# Lista över schacköppningar
Den här artikeln använder algebraisk schacknotation för att beskriva schackdragen.
Detta är en lista över schacköppningar i ECO-klassificeringssystemet. Öppningarna delas in i fem större sektioner ("A", "B", "C", "D" och "E"), där varje sektion i sin tur är uppdelad i hundra mindre kategorier (från "00" till "99"). Schackdragen beskrivs med algebraisk schacknotation, enligt FIDE:s tävlingsregler.

## A:Flanköppningarochoregelbundna öppningar

### A00–A09: Andra drag än 1.e4, 1.d4 och 1.c4
|   | a | b | c | d | e | f | g | h |   |
| 8 | a8 svart torn · b8 svart springare · c8 svart löpare · d8 svart drottning · e8 svart kung · f8 svart löpare · g8 svart springare · h8 svart torn · a7 svart bonde · b7 svart bonde · c7 svart bonde · d7 svart bonde · e7 svart bonde · f7 svart bonde · g7 svart bonde · h7 svart bonde · a2 vit bonde · b2 vit bonde · c2 vit bonde · d2 vit bonde · e2 vit bonde · f2 vit bonde · g2 vit bonde · h2 vit bonde · a1 vit torn · b1 vit springare · c1 vit löpare · d1 vit drottning · e1 vit kung · f1 vit löpare · g1 vit springare · h1 vit torn | a8 svart torn · b8 svart springare · c8 svart löpare · d8 svart drottning · e8 svart kung · f8 svart löpare · g8 svart springare · h8 svart torn · a7 svart bonde · b7 svart bonde · c7 svart bonde · d7 svart bonde · e7 svart bonde · f7 svart bonde · g7 svart bonde · h7 svart bonde · a2 vit bonde · b2 vit bonde · c2 vit bonde · d2 vit bonde · e2 vit bonde · f2 vit bonde · g2 vit bonde · h2 vit bonde · a1 vit torn · b1 vit springare · c1 vit löpare · d1 vit drottning · e1 vit kung · f1 vit löpare · g1 vit springare · h1 vit torn | a8 svart torn · b8 svart springare · c8 svart löpare · d8 svart drottning · e8 svart kung · f8 svart löpare · g8 svart springare · h8 svart torn · a7 svart bonde · b7 svart bonde · c7 svart bonde · d7 svart bonde · e7 svart bonde · f7 svart bonde · g7 svart bonde · h7 svart bonde · a2 vit bonde · b2 vit bonde · c2 vit bonde · d2 vit bonde · e2 vit bonde · f2 vit bonde · g2 vit bonde · h2 vit bonde · a1 vit torn · b1 vit springare · c1 vit löpare · d1 vit drottning · e1 vit kung · f1 vit löpare · g1 vit springare · h1 vit torn | a8 svart torn · b8 svart springare · c8 svart löpare · d8 svart drottning · e8 svart kung · f8 svart löpare · g8 svart springare · h8 svart torn · a7 svart bonde · b7 svart bonde · c7 svart bonde · d7 svart bonde · e7 svart bonde · f7 svart bonde · g7 svart bonde · h7 svart bonde · a2 vit bonde · b2 vit bonde · c2 vit bonde · d2 vit bonde · e2 vit bonde · f2 vit bonde · g2 vit bonde · h2 vit bonde · a1 vit torn · b1 vit springare · c1 vit löpare · d1 vit drottning · e1 vit kung · f1 vit löpare · g1 vit springare · h1 vit torn | a8 svart torn · b8 svart springare · c8 svart löpare · d8 svart drottning · e8 svart kung · f8 svart löpare · g8 svart springare · h8 svart torn · a7 svart bonde · b7 svart bonde · c7 svart bonde · d7 svart bonde · e7 svart bonde · f7 svart bonde · g7 svart bonde · h7 svart bonde · a2 vit bonde · b2 vit bonde · c2 vit bonde · d2 vit bonde · e2 vit bonde · f2 vit bonde · g2 vit bonde · h2 vit bonde · a1 vit torn · b1 vit springare · c1 vit löpare · d1 vit drottning · e1 vit kung · f1 vit löpare · g1 vit springare · h1 vit torn | a8 svart torn · b8 svart springare · c8 svart löpare · d8 svart drottning · e8 svart kung · f8 svart löpare · g8 svart springare · h8 svart torn · a7 svart bonde · b7 svart bonde · c7 svart bonde · d7 svart bonde · e7 svart bonde · f7 svart bonde · g7 svart bonde · h7 svart bonde · a2 vit bonde · b2 vit bonde · c2 vit bonde · d2 vit bonde · e2 vit bonde · f2 vit bonde · g2 vit bonde · h2 vit bonde · a1 vit torn · b1 vit springare · c1 vit löpare · d1 vit drottning · e1 vit kung · f1 vit löpare · g1 vit springare · h1 vit torn | a8 svart torn · b8 svart springare · c8 svart löpare · d8 svart drottning · e8 svart kung · f8 svart löpare · g8 svart springare · h8 svart torn · a7 svart bonde · b7 svart bonde · c7 svart bonde · d7 svart bonde · e7 svart bonde · f7 svart bonde · g7 svart bonde · h7 svart bonde · a2 vit bonde · b2 vit bonde · c2 vit bonde · d2 vit bonde · e2 vit bonde · f2 vit bonde · g2 vit bonde · h2 vit bonde · a1 vit torn · b1 vit springare · c1 vit löpare · d1 vit drottning · e1 vit kung · f1 vit löpare · g1 vit springare · h1 vit torn | a8 svart torn · b8 svart springare · c8 svart löpare · d8 svart drottning · e8 svart kung · f8 svart löpare · g8 svart springare · h8 svart torn · a7 svart bonde · b7 svart bonde · c7 svart bonde · d7 svart bonde · e7 svart bonde · f7 svart bonde · g7 svart bonde · h7 svart bonde · a2 vit bonde · b2 vit bonde · c2 vit bonde · d2 vit bonde · e2 vit bonde · f2 vit bonde · g2 vit bonde · h2 vit bonde · a1 vit torn · b1 vit springare · c1 vit löpare · d1 vit drottning · e1 vit kung · f1 vit löpare · g1 vit springare · h1 vit torn | 8 |
| 7 | a8 svart torn · b8 svart springare · c8 svart löpare · d8 svart drottning · e8 svart kung · f8 svart löpare · g8 svart springare · h8 svart torn · a7 svart bonde · b7 svart bonde · c7 svart bonde · d7 svart bonde · e7 svart bonde · f7 svart bonde · g7 svart bonde · h7 svart bonde · a2 vit bonde · b2 vit bonde · c2 vit bonde · d2 vit bonde · e2 vit bonde · f2 vit bonde · g2 vit bonde · h2 vit bonde · a1 vit torn · b1 vit springare · c1 vit löpare · d1 vit drottning · e1 vit kung · f1 vit löpare · g1 vit springare · h1 vit torn | a8 svart torn · b8 svart springare · c8 svart löpare · d8 svart drottning · e8 svart kung · f8 svart löpare · g8 svart springare · h8 svart torn · a7 svart bonde · b7 svart bonde · c7 svart bonde · d7 svart bonde · e7 svart bonde · f7 svart bonde · g7 svart bonde · h7 svart bonde · a2 vit bonde · b2 vit bonde · c2 vit bonde · d2 vit bonde · e2 vit bonde · f2 vit bonde · g2 vit bonde · h2 vit bonde · a1 vit torn · b1 vit springare · c1 vit löpare · d1 vit drottning · e1 vit kung · f1 vit löpare · g1 vit springare · h1 vit torn | a8 svart torn · b8 svart springare · c8 svart löpare · d8 svart drottning · e8 svart kung · f8 svart löpare · g8 svart springare · h8 svart torn · a7 svart bonde · b7 svart bonde · c7 svart bonde · d7 svart bonde · e7 svart bonde · f7 svart bonde · g7 svart bonde · h7 svart bonde · a2 vit bonde · b2 vit bonde · c2 vit bonde · d2 vit bonde · e2 vit bonde · f2 vit bonde · g2 vit bonde · h2 vit bonde · a1 vit torn · b1 vit springare · c1 vit löpare · d1 vit drottning · e1 vit kung · f1 vit löpare · g1 vit springare · h1 vit torn | a8 svart torn · b8 svart springare · c8 svart löpare · d8 svart drottning · e8 svart kung · f8 svart löpare · g8 svart springare · h8 svart torn · a7 svart bonde · b7 svart bonde · c7 svart bonde · d7 svart bonde · e7 svart bonde · f7 svart bonde · g7 svart bonde · h7 svart bonde · a2 vit bonde · b2 vit bonde · c2 vit bonde · d2 vit bonde · e2 vit bonde · f2 vit bonde · g2 vit bonde · h2 vit bonde · a1 vit torn · b1 vit springare · c1 vit löpare · d1 vit drottning · e1 vit kung · f1 vit löpare · g1 vit springare · h1 vit torn | a8 svart torn · b8 svart springare · c8 svart löpare · d8 svart drottning · e8 svart kung · f8 svart löpare · g8 svart springare · h8 svart torn · a7 svart bonde · b7 svart bonde · c7 svart bonde · d7 svart bonde · e7 svart bonde · f7 svart bonde · g7 svart bonde · h7 svart bonde · a2 vit bonde · b2 vit bonde · c2 vit bonde · d2 vit bonde · e2 vit bonde · f2 vit bonde · g2 vit bonde · h2 vit bonde · a1 vit torn · b1 vit springare · c1 vit löpare · d1 vit drottning · e1 vit kung · f1 vit löpare · g1 vit springare · h1 vit torn | a8 svart torn · b8 svart springare · c8 svart löpare · d8 svart drottning · e8 svart kung · f8 svart löpare · g8 svart springare · h8 svart torn · a7 svart bonde · b7 svart bonde · c7 svart bonde · d7 svart bonde · e7 svart bonde · f7 svart bonde · g7 svart bonde · h7 svart bonde · a2 vit bonde · b2 vit bonde · c2 vit bonde · d2 vit bonde · e2 vit bonde · f2 vit bonde · g2 vit bonde · h2 vit bonde · a1 vit torn · b1 vit springare · c1 vit löpare · d1 vit drottning · e1 vit kung · f1 vit löpare · g1 vit springare · h1 vit torn | a8 svart torn · b8 svart springare · c8 svart löpare · d8 svart drottning · e8 svart kung · f8 svart löpare · g8 svart springare · h8 svart torn · a7 svart bonde · b7 svart bonde · c7 svart bonde · d7 svart bonde · e7 svart bonde · f7 svart bonde · g7 svart bonde · h7 svart bonde · a2 vit bonde · b2 vit bonde · c2 vit bonde · d2 vit bonde · e2 vit bonde · f2 vit bonde · g2 vit bonde · h2 vit bonde · a1 vit torn · b1 vit springare · c1 vit löpare · d1 vit drottning · e1 vit kung · f1 vit löpare · g1 vit springare · h1 vit torn | a8 svart torn · b8 svart springare · c8 svart löpare · d8 svart drottning · e8 svart kung · f8 svart löpare · g8 svart springare · h8 svart torn · a7 svart bonde · b7 svart bonde · c7 svart bonde · d7 svart bonde · e7 svart bonde · f7 svart bonde · g7 svart bonde · h7 svart bonde · a2 vit bonde · b2 vit bonde · c2 vit bonde · d2 vit bonde · e2 vit bonde · f2 vit bonde · g2 vit bonde · h2 vit bonde · a1 vit torn · b1 vit springare · c1 vit löpare · d1 vit drottning · e1 vit kung · f1 vit löpare · g1 vit springare · h1 vit torn | 7 |
| 6 | a8 svart torn · b8 svart springare · c8 svart löpare · d8 svart drottning · e8 svart kung · f8 svart löpare · g8 svart springare · h8 svart torn · a7 svart bonde · b7 svart bonde · c7 svart bonde · d7 svart bonde · e7 svart bonde · f7 svart bonde · g7 svart bonde · h7 svart bonde · a2 vit bonde · b2 vit bonde · c2 vit bonde · d2 vit bonde · e2 vit bonde · f2 vit bonde · g2 vit bonde · h2 vit bonde · a1 vit torn · b1 vit springare · c1 vit löpare · d1 vit drottning · e1 vit kung · f1 vit löpare · g1 vit springare · h1 vit torn | a8 svart torn · b8 svart springare · c8 svart löpare · d8 svart drottning · e8 svart kung · f8 svart löpare · g8 svart springare · h8 svart torn · a7 svart bonde · b7 svart bonde · c7 svart bonde · d7 svart bonde · e7 svart bonde · f7 svart bonde · g7 svart bonde · h7 svart bonde · a2 vit bonde · b2 vit bonde · c2 vit bonde · d2 vit bonde · e2 vit bonde · f2 vit bonde · g2 vit bonde · h2 vit bonde · a1 vit torn · b1 vit springare · c1 vit löpare · d1 vit drottning · e1 vit kung · f1 vit löpare · g1 vit springare · h1 vit torn | a8 svart torn · b8 svart springare · c8 svart löpare · d8 svart drottning · e8 svart kung · f8 svart löpare · g8 svart springare · h8 svart torn · a7 svart bonde · b7 svart bonde · c7 svart bonde · d7 svart bonde · e7 svart bonde · f7 svart bonde · g7 svart bonde · h7 svart bonde · a2 vit bonde · b2 vit bonde · c2 vit bonde · d2 vit bonde · e2 vit bonde · f2 vit bonde · g2 vit bonde · h2 vit bonde · a1 vit torn · b1 vit springare · c1 vit löpare · d1 vit drottning · e1 vit kung · f1 vit löpare · g1 vit springare · h1 vit torn | a8 svart torn · b8 svart springare · c8 svart löpare · d8 svart drottning · e8 svart kung · f8 svart löpare · g8 svart springare · h8 svart torn · a7 svart bonde · b7 svart bonde · c7 svart bonde · d7 svart bonde · e7 svart bonde · f7 svart bonde · g7 svart bonde · h7 svart bonde · a2 vit bonde · b2 vit bonde · c2 vit bonde · d2 vit bonde · e2 vit bonde · f2 vit bonde · g2 vit bonde · h2 vit bonde · a1 vit torn · b1 vit springare · c1 vit löpare · d1 vit drottning · e1 vit kung · f1 vit löpare · g1 vit springare · h1 vit torn | a8 svart torn · b8 svart springare · c8 svart löpare · d8 svart drottning · e8 svart kung · f8 svart löpare · g8 svart springare · h8 svart torn · a7 svart bonde · b7 svart bonde · c7 svart bonde · d7 svart bonde · e7 svart bonde · f7 svart bonde · g7 svart bonde · h7 svart bonde · a2 vit bonde · b2 vit bonde · c2 vit bonde · d2 vit bonde · e2 vit bonde · f2 vit bonde · g2 vit bonde · h2 vit bonde · a1 vit torn · b1 vit springare · c1 vit löpare · d1 vit drottning · e1 vit kung · f1 vit löpare · g1 vit springare · h1 vit torn | a8 svart torn · b8 svart springare · c8 svart löpare · d8 svart drottning · e8 svart kung · f8 svart löpare · g8 svart springare · h8 svart torn · a7 svart bonde · b7 svart bonde · c7 svart bonde · d7 svart bonde · e7 svart bonde · f7 svart bonde · g7 svart bonde · h7 svart bonde · a2 vit bonde · b2 vit bonde · c2 vit bonde · d2 vit bonde · e2 vit bonde · f2 vit bonde · g2 vit bonde · h2 vit bonde · a1 vit torn · b1 vit springare · c1 vit löpare · d1 vit drottning · e1 vit kung · f1 vit löpare · g1 vit springare · h1 vit torn | a8 svart torn · b8 svart springare · c8 svart löpare · d8 svart drottning · e8 svart kung · f8 svart löpare · g8 svart springare · h8 svart torn · a7 svart bonde · b7 svart bonde · c7 svart bonde · d7 svart bonde · e7 svart bonde · f7 svart bonde · g7 svart bonde · h7 svart bonde · a2 vit bonde · b2 vit bonde · c2 vit bonde · d2 vit bonde · e2 vit bonde · f2 vit bonde · g2 vit bonde · h2 vit bonde · a1 vit torn · b1 vit springare · c1 vit löpare · d1 vit drottning · e1 vit kung · f1 vit löpare · g1 vit springare · h1 vit torn | a8 svart torn · b8 svart springare · c8 svart löpare · d8 svart drottning · e8 svart kung · f8 svart löpare · g8 svart springare · h8 svart torn · a7 svart bonde · b7 svart bonde · c7 svart bonde · d7 svart bonde · e7 svart bonde · f7 svart bonde · g7 svart bonde · h7 svart bonde · a2 vit bonde · b2 vit bonde · c2 vit bonde · d2 vit bonde · e2 vit bonde · f2 vit bonde · g2 vit bonde · h2 vit bonde · a1 vit torn · b1 vit springare · c1 vit löpare · d1 vit drottning · e1 vit kung · f1 vit löpare · g1 vit springare · h1 vit torn | 6 |
| 5 | a8 svart torn · b8 svart springare · c8 svart löpare · d8 svart drottning · e8 svart kung · f8 svart löpare · g8 svart springare · h8 svart torn · a7 svart bonde · b7 svart bonde · c7 svart bonde · d7 svart bonde · e7 svart bonde · f7 svart bonde · g7 svart bonde · h7 svart bonde · a2 vit bonde · b2 vit bonde · c2 vit bonde · d2 vit bonde · e2 vit bonde · f2 vit bonde · g2 vit bonde · h2 vit bonde · a1 vit torn · b1 vit springare · c1 vit löpare · d1 vit drottning · e1 vit kung · f1 vit löpare · g1 vit springare · h1 vit torn | a8 svart torn · b8 svart springare · c8 svart löpare · d8 svart drottning · e8 svart kung · f8 svart löpare · g8 svart springare · h8 svart torn · a7 svart bonde · b7 svart bonde · c7 svart bonde · d7 svart bonde · e7 svart bonde · f7 svart bonde · g7 svart bonde · h7 svart bonde · a2 vit bonde · b2 vit bonde · c2 vit bonde · d2 vit bonde · e2 vit bonde · f2 vit bonde · g2 vit bonde · h2 vit bonde · a1 vit torn · b1 vit springare · c1 vit löpare · d1 vit drottning · e1 vit kung · f1 vit löpare · g1 vit springare · h1 vit torn | a8 svart torn · b8 svart springare · c8 svart löpare · d8 svart drottning · e8 svart kung · f8 svart löpare · g8 svart springare · h8 svart torn · a7 svart bonde · b7 svart bonde · c7 svart bonde · d7 svart bonde · e7 svart bonde · f7 svart bonde · g7 svart bonde · h7 svart bonde · a2 vit bonde · b2 vit bonde · c2 vit bonde · d2 vit bonde · e2 vit bonde · f2 vit bonde · g2 vit bonde · h2 vit bonde · a1 vit torn · b1 vit springare · c1 vit löpare · d1 vit drottning · e1 vit kung · f1 vit löpare · g1 vit springare · h1 vit torn | a8 svart torn · b8 svart springare · c8 svart löpare · d8 svart drottning · e8 svart kung · f8 svart löpare · g8 svart springare · h8 svart torn · a7 svart bonde · b7 svart bonde · c7 svart bonde · d7 svart bonde · e7 svart bonde · f7 svart bonde · g7 svart bonde · h7 svart bonde · a2 vit bonde · b2 vit bonde · c2 vit bonde · d2 vit bonde · e2 vit bonde · f2 vit bonde · g2 vit bonde · h2 vit bonde · a1 vit torn · b1 vit springare · c1 vit löpare · d1 vit drottning · e1 vit kung · f1 vit löpare · g1 vit springare · h1 vit torn | a8 svart torn · b8 svart springare · c8 svart löpare · d8 svart drottning · e8 svart kung · f8 svart löpare · g8 svart springare · h8 svart torn · a7 svart bonde · b7 svart bonde · c7 svart bonde · d7 svart bonde · e7 svart bonde · f7 svart bonde · g7 svart bonde · h7 svart bonde · a2 vit bonde · b2 vit bonde · c2 vit bonde · d2 vit bonde · e2 vit bonde · f2 vit bonde · g2 vit bonde · h2 vit bonde · a1 vit torn · b1 vit springare · c1 vit löpare · d1 vit drottning · e1 vit kung · f1 vit löpare · g1 vit springare · h1 vit torn | a8 svart torn · b8 svart springare · c8 svart löpare · d8 svart drottning · e8 svart kung · f8 svart löpare · g8 svart springare · h8 svart torn · a7 svart bonde · b7 svart bonde · c7 svart bonde · d7 svart bonde · e7 svart bonde · f7 svart bonde · g7 svart bonde · h7 svart bonde · a2 vit bonde · b2 vit bonde · c2 vit bonde · d2 vit bonde · e2 vit bonde · f2 vit bonde · g2 vit bonde · h2 vit bonde · a1 vit torn · b1 vit springare · c1 vit löpare · d1 vit drottning · e1 vit kung · f1 vit löpare · g1 vit springare · h1 vit torn | a8 svart torn · b8 svart springare · c8 svart löpare · d8 svart drottning · e8 svart kung · f8 svart löpare · g8 svart springare · h8 svart torn · a7 svart bonde · b7 svart bonde · c7 svart bonde · d7 svart bonde · e7 svart bonde · f7 svart bonde · g7 svart bonde · h7 svart bonde · a2 vit bonde · b2 vit bonde · c2 vit bonde · d2 vit bonde · e2 vit bonde · f2 vit bonde · g2 vit bonde · h2 vit bonde · a1 vit torn · b1 vit springare · c1 vit löpare · d1 vit drottning · e1 vit kung · f1 vit löpare · g1 vit springare · h1 vit torn | a8 svart torn · b8 svart springare · c8 svart löpare · d8 svart drottning · e8 svart kung · f8 svart löpare · g8 svart springare · h8 svart torn · a7 svart bonde · b7 svart bonde · c7 svart bonde · d7 svart bonde · e7 svart bonde · f7 svart bonde · g7 svart bonde · h7 svart bonde · a2 vit bonde · b2 vit bonde · c2 vit bonde · d2 vit bonde · e2 vit bonde · f2 vit bonde · g2 vit bonde · h2 vit bonde · a1 vit torn · b1 vit springare · c1 vit löpare · d1 vit drottning · e1 vit kung · f1 vit löpare · g1 vit springare · h1 vit torn | 5 |
| 4 | a8 svart torn · b8 svart springare · c8 svart löpare · d8 svart drottning · e8 svart kung · f8 svart löpare · g8 svart springare · h8 svart torn · a7 svart bonde · b7 svart bonde · c7 svart bonde · d7 svart bonde · e7 svart bonde · f7 svart bonde · g7 svart bonde · h7 svart bonde · a2 vit bonde · b2 vit bonde · c2 vit bonde · d2 vit bonde · e2 vit bonde · f2 vit bonde · g2 vit bonde · h2 vit bonde · a1 vit torn · b1 vit springare · c1 vit löpare · d1 vit drottning · e1 vit kung · f1 vit löpare · g1 vit springare · h1 vit torn | a8 svart torn · b8 svart springare · c8 svart löpare · d8 svart drottning · e8 svart kung · f8 svart löpare · g8 svart springare · h8 svart torn · a7 svart bonde · b7 svart bonde · c7 svart bonde · d7 svart bonde · e7 svart bonde · f7 svart bonde · g7 svart bonde · h7 svart bonde · a2 vit bonde · b2 vit bonde · c2 vit bonde · d2 vit bonde · e2 vit bonde · f2 vit bonde · g2 vit bonde · h2 vit bonde · a1 vit torn · b1 vit springare · c1 vit löpare · d1 vit drottning · e1 vit kung · f1 vit löpare · g1 vit springare · h1 vit torn | a8 svart torn · b8 svart springare · c8 svart löpare · d8 svart drottning · e8 svart kung · f8 svart löpare · g8 svart springare · h8 svart torn · a7 svart bonde · b7 svart bonde · c7 svart bonde · d7 svart bonde · e7 svart bonde · f7 svart bonde · g7 svart bonde · h7 svart bonde · a2 vit bonde · b2 vit bonde · c2 vit bonde · d2 vit bonde · e2 vit bonde · f2 vit bonde · g2 vit bonde · h2 vit bonde · a1 vit torn · b1 vit springare · c1 vit löpare · d1 vit drottning · e1 vit kung · f1 vit löpare · g1 vit springare · h1 vit torn | a8 svart torn · b8 svart springare · c8 svart löpare · d8 svart drottning · e8 svart kung · f8 svart löpare · g8 svart springare · h8 svart torn · a7 svart bonde · b7 svart bonde · c7 svart bonde · d7 svart bonde · e7 svart bonde · f7 svart bonde · g7 svart bonde · h7 svart bonde · a2 vit bonde · b2 vit bonde · c2 vit bonde · d2 vit bonde · e2 vit bonde · f2 vit bonde · g2 vit bonde · h2 vit bonde · a1 vit torn · b1 vit springare · c1 vit löpare · d1 vit drottning · e1 vit kung · f1 vit löpare · g1 vit springare · h1 vit torn | a8 svart torn · b8 svart springare · c8 svart löpare · d8 svart drottning · e8 svart kung · f8 svart löpare · g8 svart springare · h8 svart torn · a7 svart bonde · b7 svart bonde · c7 svart bonde · d7 svart bonde · e7 svart bonde · f7 svart bonde · g7 svart bonde · h7 svart bonde · a2 vit bonde · b2 vit bonde · c2 vit bonde · d2 vit bonde · e2 vit bonde · f2 vit bonde · g2 vit bonde · h2 vit bonde · a1 vit torn · b1 vit springare · c1 vit löpare · d1 vit drottning · e1 vit kung · f1 vit löpare · g1 vit springare · h1 vit torn | a8 svart torn · b8 svart springare · c8 svart löpare · d8 svart drottning · e8 svart kung · f8 svart löpare · g8 svart springare · h8 svart torn · a7 svart bonde · b7 svart bonde · c7 svart bonde · d7 svart bonde · e7 svart bonde · f7 svart bonde · g7 svart bonde · h7 svart bonde · a2 vit bonde · b2 vit bonde · c2 vit bonde · d2 vit bonde · e2 vit bonde · f2 vit bonde · g2 vit bonde · h2 vit bonde · a1 vit torn · b1 vit springare · c1 vit löpare · d1 vit drottning · e1 vit kung · f1 vit löpare · g1 vit springare · h1 vit torn | a8 svart torn · b8 svart springare · c8 svart löpare · d8 svart drottning · e8 svart kung · f8 svart löpare · g8 svart springare · h8 svart torn · a7 svart bonde · b7 svart bonde · c7 svart bonde · d7 svart bonde · e7 svart bonde · f7 svart bonde · g7 svart bonde · h7 svart bonde · a2 vit bonde · b2 vit bonde · c2 vit bonde · d2 vit bonde · e2 vit bonde · f2 vit bonde · g2 vit bonde · h2 vit bonde · a1 vit torn · b1 vit springare · c1 vit löpare · d1 vit drottning · e1 vit kung · f1 vit löpare · g1 vit springare · h1 vit torn | a8 svart torn · b8 svart springare · c8 svart löpare · d8 svart drottning · e8 svart kung · f8 svart löpare · g8 svart springare · h8 svart torn · a7 svart bonde · b7 svart bonde · c7 svart bonde · d7 svart bonde · e7 svart bonde · f7 svart bonde · g7 svart bonde · h7 svart bonde · a2 vit bonde · b2 vit bonde · c2 vit bonde · d2 vit bonde · e2 vit bonde · f2 vit bonde · g2 vit bonde · h2 vit bonde · a1 vit torn · b1 vit springare · c1 vit löpare · d1 vit drottning · e1 vit kung · f1 vit löpare · g1 vit springare · h1 vit torn | 4 |
| 3 | a8 svart torn · b8 svart springare · c8 svart löpare · d8 svart drottning · e8 svart kung · f8 svart löpare · g8 svart springare · h8 svart torn · a7 svart bonde · b7 svart bonde · c7 svart bonde · d7 svart bonde · e7 svart bonde · f7 svart bonde · g7 svart bonde · h7 svart bonde · a2 vit bonde · b2 vit bonde · c2 vit bonde · d2 vit bonde · e2 vit bonde · f2 vit bonde · g2 vit bonde · h2 vit bonde · a1 vit torn · b1 vit springare · c1 vit löpare · d1 vit drottning · e1 vit kung · f1 vit löpare · g1 vit springare · h1 vit torn | a8 svart torn · b8 svart springare · c8 svart löpare · d8 svart drottning · e8 svart kung · f8 svart löpare · g8 svart springare · h8 svart torn · a7 svart bonde · b7 svart bonde · c7 svart bonde · d7 svart bonde · e7 svart bonde · f7 svart bonde · g7 svart bonde · h7 svart bonde · a2 vit bonde · b2 vit bonde · c2 vit bonde · d2 vit bonde · e2 vit bonde · f2 vit bonde · g2 vit bonde · h2 vit bonde · a1 vit torn · b1 vit springare · c1 vit löpare · d1 vit drottning · e1 vit kung · f1 vit löpare · g1 vit springare · h1 vit torn | a8 svart torn · b8 svart springare · c8 svart löpare · d8 svart drottning · e8 svart kung · f8 svart löpare · g8 svart springare · h8 svart torn · a7 svart bonde · b7 svart bonde · c7 svart bonde · d7 svart bonde · e7 svart bonde · f7 svart bonde · g7 svart bonde · h7 svart bonde · a2 vit bonde · b2 vit bonde · c2 vit bonde · d2 vit bonde · e2 vit bonde · f2 vit bonde · g2 vit bonde · h2 vit bonde · a1 vit torn · b1 vit springare · c1 vit löpare · d1 vit drottning · e1 vit kung · f1 vit löpare · g1 vit springare · h1 vit torn | a8 svart torn · b8 svart springare · c8 svart löpare · d8 svart drottning · e8 svart kung · f8 svart löpare · g8 svart springare · h8 svart torn · a7 svart bonde · b7 svart bonde · c7 svart bonde · d7 svart bonde · e7 svart bonde · f7 svart bonde · g7 svart bonde · h7 svart bonde · a2 vit bonde · b2 vit bonde · c2 vit bonde · d2 vit bonde · e2 vit bonde · f2 vit bonde · g2 vit bonde · h2 vit bonde · a1 vit torn · b1 vit springare · c1 vit löpare · d1 vit drottning · e1 vit kung · f1 vit löpare · g1 vit springare · h1 vit torn | a8 svart torn · b8 svart springare · c8 svart löpare · d8 svart drottning · e8 svart kung · f8 svart löpare · g8 svart springare · h8 svart torn · a7 svart bonde · b7 svart bonde · c7 svart bonde · d7 svart bonde · e7 svart bonde · f7 svart bonde · g7 svart bonde · h7 svart bonde · a2 vit bonde · b2 vit bonde · c2 vit bonde · d2 vit bonde · e2 vit bonde · f2 vit bonde · g2 vit bonde · h2 vit bonde · a1 vit torn · b1 vit springare · c1 vit löpare · d1 vit drottning · e1 vit kung · f1 vit löpare · g1 vit springare · h1 vit torn | a8 svart torn · b8 svart springare · c8 svart löpare · d8 svart drottning · e8 svart kung · f8 svart löpare · g8 svart springare · h8 svart torn · a7 svart bonde · b7 svart bonde · c7 svart bonde · d7 svart bonde · e7 svart bonde · f7 svart bonde · g7 svart bonde · h7 svart bonde · a2 vit bonde · b2 vit bonde · c2 vit bonde · d2 vit bonde · e2 vit bonde · f2 vit bonde · g2 vit bonde · h2 vit bonde · a1 vit torn · b1 vit springare · c1 vit löpare · d1 vit drottning · e1 vit kung · f1 vit löpare · g1 vit springare · h1 vit torn | a8 svart torn · b8 svart springare · c8 svart löpare · d8 svart drottning · e8 svart kung · f8 svart löpare · g8 svart springare · h8 svart torn · a7 svart bonde · b7 svart bonde · c7 svart bonde · d7 svart bonde · e7 svart bonde · f7 svart bonde · g7 svart bonde · h7 svart bonde · a2 vit bonde · b2 vit bonde · c2 vit bonde · d2 vit bonde · e2 vit bonde · f2 vit bonde · g2 vit bonde · h2 vit bonde · a1 vit torn · b1 vit springare · c1 vit löpare · d1 vit drottning · e1 vit kung · f1 vit löpare · g1 vit springare · h1 vit torn | a8 svart torn · b8 svart springare · c8 svart löpare · d8 svart drottning · e8 svart kung · f8 svart löpare · g8 svart springare · h8 svart torn · a7 svart bonde · b7 svart bonde · c7 svart bonde · d7 svart bonde · e7 svart bonde · f7 svart bonde · g7 svart bonde · h7 svart bonde · a2 vit bonde · b2 vit bonde · c2 vit bonde · d2 vit bonde · e2 vit bonde · f2 vit bonde · g2 vit bonde · h2 vit bonde · a1 vit torn · b1 vit springare · c1 vit löpare · d1 vit drottning · e1 vit kung · f1 vit löpare · g1 vit springare · h1 vit torn | 3 |
| 2 | a8 svart torn · b8 svart springare · c8 svart löpare · d8 svart drottning · e8 svart kung · f8 svart löpare · g8 svart springare · h8 svart torn · a7 svart bonde · b7 svart bonde · c7 svart bonde · d7 svart bonde · e7 svart bonde · f7 svart bonde · g7 svart bonde · h7 svart bonde · a2 vit bonde · b2 vit bonde · c2 vit bonde · d2 vit bonde · e2 vit bonde · f2 vit bonde · g2 vit bonde · h2 vit bonde · a1 vit torn · b1 vit springare · c1 vit löpare · d1 vit drottning · e1 vit kung · f1 vit löpare · g1 vit springare · h1 vit torn | a8 svart torn · b8 svart springare · c8 svart löpare · d8 svart drottning · e8 svart kung · f8 svart löpare · g8 svart springare · h8 svart torn · a7 svart bonde · b7 svart bonde · c7 svart bonde · d7 svart bonde · e7 svart bonde · f7 svart bonde · g7 svart bonde · h7 svart bonde · a2 vit bonde · b2 vit bonde · c2 vit bonde · d2 vit bonde · e2 vit bonde · f2 vit bonde · g2 vit bonde · h2 vit bonde · a1 vit torn · b1 vit springare · c1 vit löpare · d1 vit drottning · e1 vit kung · f1 vit löpare · g1 vit springare · h1 vit torn | a8 svart torn · b8 svart springare · c8 svart löpare · d8 svart drottning · e8 svart kung · f8 svart löpare · g8 svart springare · h8 svart torn · a7 svart bonde · b7 svart bonde · c7 svart bonde · d7 svart bonde · e7 svart bonde · f7 svart bonde · g7 svart bonde · h7 svart bonde · a2 vit bonde · b2 vit bonde · c2 vit bonde · d2 vit bonde · e2 vit bonde · f2 vit bonde · g2 vit bonde · h2 vit bonde · a1 vit torn · b1 vit springare · c1 vit löpare · d1 vit drottning · e1 vit kung · f1 vit löpare · g1 vit springare · h1 vit torn | a8 svart torn · b8 svart springare · c8 svart löpare · d8 svart drottning · e8 svart kung · f8 svart löpare · g8 svart springare · h8 svart torn · a7 svart bonde · b7 svart bonde · c7 svart bonde · d7 svart bonde · e7 svart bonde · f7 svart bonde · g7 svart bonde · h7 svart bonde · a2 vit bonde · b2 vit bonde · c2 vit bonde · d2 vit bonde · e2 vit bonde · f2 vit bonde · g2 vit bonde · h2 vit bonde · a1 vit torn · b1 vit springare · c1 vit löpare · d1 vit drottning · e1 vit kung · f1 vit löpare · g1 vit springare · h1 vit torn | a8 svart torn · b8 svart springare · c8 svart löpare · d8 svart drottning · e8 svart kung · f8 svart löpare · g8 svart springare · h8 svart torn · a7 svart bonde · b7 svart bonde · c7 svart bonde · d7 svart bonde · e7 svart bonde · f7 svart bonde · g7 svart bonde · h7 svart bonde · a2 vit bonde · b2 vit bonde · c2 vit bonde · d2 vit bonde · e2 vit bonde · f2 vit bonde · g2 vit bonde · h2 vit bonde · a1 vit torn · b1 vit springare · c1 vit löpare · d1 vit drottning · e1 vit kung · f1 vit löpare · g1 vit springare · h1 vit torn | a8 svart torn · b8 svart springare · c8 svart löpare · d8 svart drottning · e8 svart kung · f8 svart löpare · g8 svart springare · h8 svart torn · a7 svart bonde · b7 svart bonde · c7 svart bonde · d7 svart bonde · e7 svart bonde · f7 svart bonde · g7 svart bonde · h7 svart bonde · a2 vit bonde · b2 vit bonde · c2 vit bonde · d2 vit bonde · e2 vit bonde · f2 vit bonde · g2 vit bonde · h2 vit bonde · a1 vit torn · b1 vit springare · c1 vit löpare · d1 vit drottning · e1 vit kung · f1 vit löpare · g1 vit springare · h1 vit torn | a8 svart torn · b8 svart springare · c8 svart löpare · d8 svart drottning · e8 svart kung · f8 svart löpare · g8 svart springare · h8 svart torn · a7 svart bonde · b7 svart bonde · c7 svart bonde · d7 svart bonde · e7 svart bonde · f7 svart bonde · g7 svart bonde · h7 svart bonde · a2 vit bonde · b2 vit bonde · c2 vit bonde · d2 vit bonde · e2 vit bonde · f2 vit bonde · g2 vit bonde · h2 vit bonde · a1 vit torn · b1 vit springare · c1 vit löpare · d1 vit drottning · e1 vit kung · f1 vit löpare · g1 vit springare · h1 vit torn | a8 svart torn · b8 svart springare · c8 svart löpare · d8 svart drottning · e8 svart kung · f8 svart löpare · g8 svart springare · h8 svart torn · a7 svart bonde · b7 svart bonde · c7 svart bonde · d7 svart bonde · e7 svart bonde · f7 svart bonde · g7 svart bonde · h7 svart bonde · a2 vit bonde · b2 vit bonde · c2 vit bonde · d2 vit bonde · e2 vit bonde · f2 vit bonde · g2 vit bonde · h2 vit bonde · a1 vit torn · b1 vit springare · c1 vit löpare · d1 vit drottning · e1 vit kung · f1 vit löpare · g1 vit springare · h1 vit torn | 2 |
| 1 | a8 svart torn · b8 svart springare · c8 svart löpare · d8 svart drottning · e8 svart kung · f8 svart löpare · g8 svart springare · h8 svart torn · a7 svart bonde · b7 svart bonde · c7 svart bonde · d7 svart bonde · e7 svart bonde · f7 svart bonde · g7 svart bonde · h7 svart bonde · a2 vit bonde · b2 vit bonde · c2 vit bonde · d2 vit bonde · e2 vit bonde · f2 vit bonde · g2 vit bonde · h2 vit bonde · a1 vit torn · b1 vit springare · c1 vit löpare · d1 vit drottning · e1 vit kung · f1 vit löpare · g1 vit springare · h1 vit torn | a8 svart torn · b8 svart springare · c8 svart löpare · d8 svart drottning · e8 svart kung · f8 svart löpare · g8 svart springare · h8 svart torn · a7 svart bonde · b7 svart bonde · c7 svart bonde · d7 svart bonde · e7 svart bonde · f7 svart bonde · g7 svart bonde · h7 svart bonde · a2 vit bonde · b2 vit bonde · c2 vit bonde · d2 vit bonde · e2 vit bonde · f2 vit bonde · g2 vit bonde · h2 vit bonde · a1 vit torn · b1 vit springare · c1 vit löpare · d1 vit drottning · e1 vit kung · f1 vit löpare · g1 vit springare · h1 vit torn | a8 svart torn · b8 svart springare · c8 svart löpare · d8 svart drottning · e8 svart kung · f8 svart löpare · g8 svart springare · h8 svart torn · a7 svart bonde · b7 svart bonde · c7 svart bonde · d7 svart bonde · e7 svart bonde · f7 svart bonde · g7 svart bonde · h7 svart bonde · a2 vit bonde · b2 vit bonde · c2 vit bonde · d2 vit bonde · e2 vit bonde · f2 vit bonde · g2 vit bonde · h2 vit bonde · a1 vit torn · b1 vit springare · c1 vit löpare · d1 vit drottning · e1 vit kung · f1 vit löpare · g1 vit springare · h1 vit torn | a8 svart torn · b8 svart springare · c8 svart löpare · d8 svart drottning · e8 svart kung · f8 svart löpare · g8 svart springare · h8 svart torn · a7 svart bonde · b7 svart bonde · c7 svart bonde · d7 svart bonde · e7 svart bonde · f7 svart bonde · g7 svart bonde · h7 svart bonde · a2 vit bonde · b2 vit bonde · c2 vit bonde · d2 vit bonde · e2 vit bonde · f2 vit bonde · g2 vit bonde · h2 vit bonde · a1 vit torn · b1 vit springare · c1 vit löpare · d1 vit drottning · e1 vit kung · f1 vit löpare · g1 vit springare · h1 vit torn | a8 svart torn · b8 svart springare · c8 svart löpare · d8 svart drottning · e8 svart kung · f8 svart löpare · g8 svart springare · h8 svart torn · a7 svart bonde · b7 svart bonde · c7 svart bonde · d7 svart bonde · e7 svart bonde · f7 svart bonde · g7 svart bonde · h7 svart bonde · a2 vit bonde · b2 vit bonde · c2 vit bonde · d2 vit bonde · e2 vit bonde · f2 vit bonde · g2 vit bonde · h2 vit bonde · a1 vit torn · b1 vit springare · c1 vit löpare · d1 vit drottning · e1 vit kung · f1 vit löpare · g1 vit springare · h1 vit torn | a8 svart torn · b8 svart springare · c8 svart löpare · d8 svart drottning · e8 svart kung · f8 svart löpare · g8 svart springare · h8 svart torn · a7 svart bonde · b7 svart bonde · c7 svart bonde · d7 svart bonde · e7 svart bonde · f7 svart bonde · g7 svart bonde · h7 svart bonde · a2 vit bonde · b2 vit bonde · c2 vit bonde · d2 vit bonde · e2 vit bonde · f2 vit bonde · g2 vit bonde · h2 vit bonde · a1 vit torn · b1 vit springare · c1 vit löpare · d1 vit drottning · e1 vit kung · f1 vit löpare · g1 vit springare · h1 vit torn | a8 svart torn · b8 svart springare · c8 svart löpare · d8 svart drottning · e8 svart kung · f8 svart löpare · g8 svart springare · h8 svart torn · a7 svart bonde · b7 svart bonde · c7 svart bonde · d7 svart bonde · e7 svart bonde · f7 svart bonde · g7 svart bonde · h7 svart bonde · a2 vit bonde · b2 vit bonde · c2 vit bonde · d2 vit bonde · e2 vit bonde · f2 vit bonde · g2 vit bonde · h2 vit bonde · a1 vit torn · b1 vit springare · c1 vit löpare · d1 vit drottning · e1 vit kung · f1 vit löpare · g1 vit springare · h1 vit torn | a8 svart torn · b8 svart springare · c8 svart löpare · d8 svart drottning · e8 svart kung · f8 svart löpare · g8 svart springare · h8 svart torn · a7 svart bonde · b7 svart bonde · c7 svart bonde · d7 svart bonde · e7 svart bonde · f7 svart bonde · g7 svart bonde · h7 svart bonde · a2 vit bonde · b2 vit bonde · c2 vit bonde · d2 vit bonde · e2 vit bonde · f2 vit bonde · g2 vit bonde · h2 vit bonde · a1 vit torn · b1 vit springare · c1 vit löpare · d1 vit drottning · e1 vit kung · f1 vit löpare · g1 vit springare · h1 vit torn | 1 |
|   | a | b | c | d | e | f | g | h |   |

A00 Oregelbundna öppningar
- Anderssens öppning: 1.a3
- Wares öppning: 1.a4
- Durkins öppning: 1.Sa3
- Sokolskijs öppning: 1.b4
- Saragossas öppning: 1.c3
- Dunsts öppning: 1.Sc3
- Van 't Kruijs öppning: 1.e3
- Mieses öppning: 1.d3
- Barnes öppning: 1.f3
- Benkös öppning: 1.g3
- Grobs attack: 1.g4
- Clemenz öppning: 1.h3
- Desprez öppning: 1.h4
- Amars öppning: 1.Sh3

A01 Larsens öppning
1.b3
A02 Birds öppning
1. f4
A03 Birds öppning
1.f4 d5
A04 Zukertorts öppning (Rétis öppning)
1.Sf3
A05 Zukertorts öppning
1.Sf3 Sf6
A06 Zukertorts öppning
1.Sf3 d5
A07 Kungsindiskt i förhand (Barczas system)
1.Sf3 d5 2.g3
A08 Kungsindiskt i förhand
1.Sf3 d5 2.g3 c5 3.Lg2
A09 Rétis öppning
1.Sf3 d5 2.c4

### A10–A39: Engelskt parti
|   | a | b | c | d | e | f | g | h |   |
| 8 | a8 svart torn · b8 svart springare · c8 svart löpare · d8 svart drottning · e8 svart kung · f8 svart löpare · g8 svart springare · h8 svart torn · a7 svart bonde · b7 svart bonde · c7 svart bonde · d7 svart bonde · e7 svart bonde · f7 svart bonde · g7 svart bonde · h7 svart bonde · c4 vit bonde · a2 vit bonde · b2 vit bonde · d2 vit bonde · e2 vit bonde · f2 vit bonde · g2 vit bonde · h2 vit bonde · a1 vit torn · b1 vit springare · c1 vit löpare · d1 vit drottning · e1 vit kung · f1 vit löpare · g1 vit springare · h1 vit torn | a8 svart torn · b8 svart springare · c8 svart löpare · d8 svart drottning · e8 svart kung · f8 svart löpare · g8 svart springare · h8 svart torn · a7 svart bonde · b7 svart bonde · c7 svart bonde · d7 svart bonde · e7 svart bonde · f7 svart bonde · g7 svart bonde · h7 svart bonde · c4 vit bonde · a2 vit bonde · b2 vit bonde · d2 vit bonde · e2 vit bonde · f2 vit bonde · g2 vit bonde · h2 vit bonde · a1 vit torn · b1 vit springare · c1 vit löpare · d1 vit drottning · e1 vit kung · f1 vit löpare · g1 vit springare · h1 vit torn | a8 svart torn · b8 svart springare · c8 svart löpare · d8 svart drottning · e8 svart kung · f8 svart löpare · g8 svart springare · h8 svart torn · a7 svart bonde · b7 svart bonde · c7 svart bonde · d7 svart bonde · e7 svart bonde · f7 svart bonde · g7 svart bonde · h7 svart bonde · c4 vit bonde · a2 vit bonde · b2 vit bonde · d2 vit bonde · e2 vit bonde · f2 vit bonde · g2 vit bonde · h2 vit bonde · a1 vit torn · b1 vit springare · c1 vit löpare · d1 vit drottning · e1 vit kung · f1 vit löpare · g1 vit springare · h1 vit torn | a8 svart torn · b8 svart springare · c8 svart löpare · d8 svart drottning · e8 svart kung · f8 svart löpare · g8 svart springare · h8 svart torn · a7 svart bonde · b7 svart bonde · c7 svart bonde · d7 svart bonde · e7 svart bonde · f7 svart bonde · g7 svart bonde · h7 svart bonde · c4 vit bonde · a2 vit bonde · b2 vit bonde · d2 vit bonde · e2 vit bonde · f2 vit bonde · g2 vit bonde · h2 vit bonde · a1 vit torn · b1 vit springare · c1 vit löpare · d1 vit drottning · e1 vit kung · f1 vit löpare · g1 vit springare · h1 vit torn | a8 svart torn · b8 svart springare · c8 svart löpare · d8 svart drottning · e8 svart kung · f8 svart löpare · g8 svart springare · h8 svart torn · a7 svart bonde · b7 svart bonde · c7 svart bonde · d7 svart bonde · e7 svart bonde · f7 svart bonde · g7 svart bonde · h7 svart bonde · c4 vit bonde · a2 vit bonde · b2 vit bonde · d2 vit bonde · e2 vit bonde · f2 vit bonde · g2 vit bonde · h2 vit bonde · a1 vit torn · b1 vit springare · c1 vit löpare · d1 vit drottning · e1 vit kung · f1 vit löpare · g1 vit springare · h1 vit torn | a8 svart torn · b8 svart springare · c8 svart löpare · d8 svart drottning · e8 svart kung · f8 svart löpare · g8 svart springare · h8 svart torn · a7 svart bonde · b7 svart bonde · c7 svart bonde · d7 svart bonde · e7 svart bonde · f7 svart bonde · g7 svart bonde · h7 svart bonde · c4 vit bonde · a2 vit bonde · b2 vit bonde · d2 vit bonde · e2 vit bonde · f2 vit bonde · g2 vit bonde · h2 vit bonde · a1 vit torn · b1 vit springare · c1 vit löpare · d1 vit drottning · e1 vit kung · f1 vit löpare · g1 vit springare · h1 vit torn | a8 svart torn · b8 svart springare · c8 svart löpare · d8 svart drottning · e8 svart kung · f8 svart löpare · g8 svart springare · h8 svart torn · a7 svart bonde · b7 svart bonde · c7 svart bonde · d7 svart bonde · e7 svart bonde · f7 svart bonde · g7 svart bonde · h7 svart bonde · c4 vit bonde · a2 vit bonde · b2 vit bonde · d2 vit bonde · e2 vit bonde · f2 vit bonde · g2 vit bonde · h2 vit bonde · a1 vit torn · b1 vit springare · c1 vit löpare · d1 vit drottning · e1 vit kung · f1 vit löpare · g1 vit springare · h1 vit torn | a8 svart torn · b8 svart springare · c8 svart löpare · d8 svart drottning · e8 svart kung · f8 svart löpare · g8 svart springare · h8 svart torn · a7 svart bonde · b7 svart bonde · c7 svart bonde · d7 svart bonde · e7 svart bonde · f7 svart bonde · g7 svart bonde · h7 svart bonde · c4 vit bonde · a2 vit bonde · b2 vit bonde · d2 vit bonde · e2 vit bonde · f2 vit bonde · g2 vit bonde · h2 vit bonde · a1 vit torn · b1 vit springare · c1 vit löpare · d1 vit drottning · e1 vit kung · f1 vit löpare · g1 vit springare · h1 vit torn | 8 |
| 7 | a8 svart torn · b8 svart springare · c8 svart löpare · d8 svart drottning · e8 svart kung · f8 svart löpare · g8 svart springare · h8 svart torn · a7 svart bonde · b7 svart bonde · c7 svart bonde · d7 svart bonde · e7 svart bonde · f7 svart bonde · g7 svart bonde · h7 svart bonde · c4 vit bonde · a2 vit bonde · b2 vit bonde · d2 vit bonde · e2 vit bonde · f2 vit bonde · g2 vit bonde · h2 vit bonde · a1 vit torn · b1 vit springare · c1 vit löpare · d1 vit drottning · e1 vit kung · f1 vit löpare · g1 vit springare · h1 vit torn | a8 svart torn · b8 svart springare · c8 svart löpare · d8 svart drottning · e8 svart kung · f8 svart löpare · g8 svart springare · h8 svart torn · a7 svart bonde · b7 svart bonde · c7 svart bonde · d7 svart bonde · e7 svart bonde · f7 svart bonde · g7 svart bonde · h7 svart bonde · c4 vit bonde · a2 vit bonde · b2 vit bonde · d2 vit bonde · e2 vit bonde · f2 vit bonde · g2 vit bonde · h2 vit bonde · a1 vit torn · b1 vit springare · c1 vit löpare · d1 vit drottning · e1 vit kung · f1 vit löpare · g1 vit springare · h1 vit torn | a8 svart torn · b8 svart springare · c8 svart löpare · d8 svart drottning · e8 svart kung · f8 svart löpare · g8 svart springare · h8 svart torn · a7 svart bonde · b7 svart bonde · c7 svart bonde · d7 svart bonde · e7 svart bonde · f7 svart bonde · g7 svart bonde · h7 svart bonde · c4 vit bonde · a2 vit bonde · b2 vit bonde · d2 vit bonde · e2 vit bonde · f2 vit bonde · g2 vit bonde · h2 vit bonde · a1 vit torn · b1 vit springare · c1 vit löpare · d1 vit drottning · e1 vit kung · f1 vit löpare · g1 vit springare · h1 vit torn | a8 svart torn · b8 svart springare · c8 svart löpare · d8 svart drottning · e8 svart kung · f8 svart löpare · g8 svart springare · h8 svart torn · a7 svart bonde · b7 svart bonde · c7 svart bonde · d7 svart bonde · e7 svart bonde · f7 svart bonde · g7 svart bonde · h7 svart bonde · c4 vit bonde · a2 vit bonde · b2 vit bonde · d2 vit bonde · e2 vit bonde · f2 vit bonde · g2 vit bonde · h2 vit bonde · a1 vit torn · b1 vit springare · c1 vit löpare · d1 vit drottning · e1 vit kung · f1 vit löpare · g1 vit springare · h1 vit torn | a8 svart torn · b8 svart springare · c8 svart löpare · d8 svart drottning · e8 svart kung · f8 svart löpare · g8 svart springare · h8 svart torn · a7 svart bonde · b7 svart bonde · c7 svart bonde · d7 svart bonde · e7 svart bonde · f7 svart bonde · g7 svart bonde · h7 svart bonde · c4 vit bonde · a2 vit bonde · b2 vit bonde · d2 vit bonde · e2 vit bonde · f2 vit bonde · g2 vit bonde · h2 vit bonde · a1 vit torn · b1 vit springare · c1 vit löpare · d1 vit drottning · e1 vit kung · f1 vit löpare · g1 vit springare · h1 vit torn | a8 svart torn · b8 svart springare · c8 svart löpare · d8 svart drottning · e8 svart kung · f8 svart löpare · g8 svart springare · h8 svart torn · a7 svart bonde · b7 svart bonde · c7 svart bonde · d7 svart bonde · e7 svart bonde · f7 svart bonde · g7 svart bonde · h7 svart bonde · c4 vit bonde · a2 vit bonde · b2 vit bonde · d2 vit bonde · e2 vit bonde · f2 vit bonde · g2 vit bonde · h2 vit bonde · a1 vit torn · b1 vit springare · c1 vit löpare · d1 vit drottning · e1 vit kung · f1 vit löpare · g1 vit springare · h1 vit torn | a8 svart torn · b8 svart springare · c8 svart löpare · d8 svart drottning · e8 svart kung · f8 svart löpare · g8 svart springare · h8 svart torn · a7 svart bonde · b7 svart bonde · c7 svart bonde · d7 svart bonde · e7 svart bonde · f7 svart bonde · g7 svart bonde · h7 svart bonde · c4 vit bonde · a2 vit bonde · b2 vit bonde · d2 vit bonde · e2 vit bonde · f2 vit bonde · g2 vit bonde · h2 vit bonde · a1 vit torn · b1 vit springare · c1 vit löpare · d1 vit drottning · e1 vit kung · f1 vit löpare · g1 vit springare · h1 vit torn | a8 svart torn · b8 svart springare · c8 svart löpare · d8 svart drottning · e8 svart kung · f8 svart löpare · g8 svart springare · h8 svart torn · a7 svart bonde · b7 svart bonde · c7 svart bonde · d7 svart bonde · e7 svart bonde · f7 svart bonde · g7 svart bonde · h7 svart bonde · c4 vit bonde · a2 vit bonde · b2 vit bonde · d2 vit bonde · e2 vit bonde · f2 vit bonde · g2 vit bonde · h2 vit bonde · a1 vit torn · b1 vit springare · c1 vit löpare · d1 vit drottning · e1 vit kung · f1 vit löpare · g1 vit springare · h1 vit torn | 7 |
| 6 | a8 svart torn · b8 svart springare · c8 svart löpare · d8 svart drottning · e8 svart kung · f8 svart löpare · g8 svart springare · h8 svart torn · a7 svart bonde · b7 svart bonde · c7 svart bonde · d7 svart bonde · e7 svart bonde · f7 svart bonde · g7 svart bonde · h7 svart bonde · c4 vit bonde · a2 vit bonde · b2 vit bonde · d2 vit bonde · e2 vit bonde · f2 vit bonde · g2 vit bonde · h2 vit bonde · a1 vit torn · b1 vit springare · c1 vit löpare · d1 vit drottning · e1 vit kung · f1 vit löpare · g1 vit springare · h1 vit torn | a8 svart torn · b8 svart springare · c8 svart löpare · d8 svart drottning · e8 svart kung · f8 svart löpare · g8 svart springare · h8 svart torn · a7 svart bonde · b7 svart bonde · c7 svart bonde · d7 svart bonde · e7 svart bonde · f7 svart bonde · g7 svart bonde · h7 svart bonde · c4 vit bonde · a2 vit bonde · b2 vit bonde · d2 vit bonde · e2 vit bonde · f2 vit bonde · g2 vit bonde · h2 vit bonde · a1 vit torn · b1 vit springare · c1 vit löpare · d1 vit drottning · e1 vit kung · f1 vit löpare · g1 vit springare · h1 vit torn | a8 svart torn · b8 svart springare · c8 svart löpare · d8 svart drottning · e8 svart kung · f8 svart löpare · g8 svart springare · h8 svart torn · a7 svart bonde · b7 svart bonde · c7 svart bonde · d7 svart bonde · e7 svart bonde · f7 svart bonde · g7 svart bonde · h7 svart bonde · c4 vit bonde · a2 vit bonde · b2 vit bonde · d2 vit bonde · e2 vit bonde · f2 vit bonde · g2 vit bonde · h2 vit bonde · a1 vit torn · b1 vit springare · c1 vit löpare · d1 vit drottning · e1 vit kung · f1 vit löpare · g1 vit springare · h1 vit torn | a8 svart torn · b8 svart springare · c8 svart löpare · d8 svart drottning · e8 svart kung · f8 svart löpare · g8 svart springare · h8 svart torn · a7 svart bonde · b7 svart bonde · c7 svart bonde · d7 svart bonde · e7 svart bonde · f7 svart bonde · g7 svart bonde · h7 svart bonde · c4 vit bonde · a2 vit bonde · b2 vit bonde · d2 vit bonde · e2 vit bonde · f2 vit bonde · g2 vit bonde · h2 vit bonde · a1 vit torn · b1 vit springare · c1 vit löpare · d1 vit drottning · e1 vit kung · f1 vit löpare · g1 vit springare · h1 vit torn | a8 svart torn · b8 svart springare · c8 svart löpare · d8 svart drottning · e8 svart kung · f8 svart löpare · g8 svart springare · h8 svart torn · a7 svart bonde · b7 svart bonde · c7 svart bonde · d7 svart bonde · e7 svart bonde · f7 svart bonde · g7 svart bonde · h7 svart bonde · c4 vit bonde · a2 vit bonde · b2 vit bonde · d2 vit bonde · e2 vit bonde · f2 vit bonde · g2 vit bonde · h2 vit bonde · a1 vit torn · b1 vit springare · c1 vit löpare · d1 vit drottning · e1 vit kung · f1 vit löpare · g1 vit springare · h1 vit torn | a8 svart torn · b8 svart springare · c8 svart löpare · d8 svart drottning · e8 svart kung · f8 svart löpare · g8 svart springare · h8 svart torn · a7 svart bonde · b7 svart bonde · c7 svart bonde · d7 svart bonde · e7 svart bonde · f7 svart bonde · g7 svart bonde · h7 svart bonde · c4 vit bonde · a2 vit bonde · b2 vit bonde · d2 vit bonde · e2 vit bonde · f2 vit bonde · g2 vit bonde · h2 vit bonde · a1 vit torn · b1 vit springare · c1 vit löpare · d1 vit drottning · e1 vit kung · f1 vit löpare · g1 vit springare · h1 vit torn | a8 svart torn · b8 svart springare · c8 svart löpare · d8 svart drottning · e8 svart kung · f8 svart löpare · g8 svart springare · h8 svart torn · a7 svart bonde · b7 svart bonde · c7 svart bonde · d7 svart bonde · e7 svart bonde · f7 svart bonde · g7 svart bonde · h7 svart bonde · c4 vit bonde · a2 vit bonde · b2 vit bonde · d2 vit bonde · e2 vit bonde · f2 vit bonde · g2 vit bonde · h2 vit bonde · a1 vit torn · b1 vit springare · c1 vit löpare · d1 vit drottning · e1 vit kung · f1 vit löpare · g1 vit springare · h1 vit torn | a8 svart torn · b8 svart springare · c8 svart löpare · d8 svart drottning · e8 svart kung · f8 svart löpare · g8 svart springare · h8 svart torn · a7 svart bonde · b7 svart bonde · c7 svart bonde · d7 svart bonde · e7 svart bonde · f7 svart bonde · g7 svart bonde · h7 svart bonde · c4 vit bonde · a2 vit bonde · b2 vit bonde · d2 vit bonde · e2 vit bonde · f2 vit bonde · g2 vit bonde · h2 vit bonde · a1 vit torn · b1 vit springare · c1 vit löpare · d1 vit drottning · e1 vit kung · f1 vit löpare · g1 vit springare · h1 vit torn | 6 |
| 5 | a8 svart torn · b8 svart springare · c8 svart löpare · d8 svart drottning · e8 svart kung · f8 svart löpare · g8 svart springare · h8 svart torn · a7 svart bonde · b7 svart bonde · c7 svart bonde · d7 svart bonde · e7 svart bonde · f7 svart bonde · g7 svart bonde · h7 svart bonde · c4 vit bonde · a2 vit bonde · b2 vit bonde · d2 vit bonde · e2 vit bonde · f2 vit bonde · g2 vit bonde · h2 vit bonde · a1 vit torn · b1 vit springare · c1 vit löpare · d1 vit drottning · e1 vit kung · f1 vit löpare · g1 vit springare · h1 vit torn | a8 svart torn · b8 svart springare · c8 svart löpare · d8 svart drottning · e8 svart kung · f8 svart löpare · g8 svart springare · h8 svart torn · a7 svart bonde · b7 svart bonde · c7 svart bonde · d7 svart bonde · e7 svart bonde · f7 svart bonde · g7 svart bonde · h7 svart bonde · c4 vit bonde · a2 vit bonde · b2 vit bonde · d2 vit bonde · e2 vit bonde · f2 vit bonde · g2 vit bonde · h2 vit bonde · a1 vit torn · b1 vit springare · c1 vit löpare · d1 vit drottning · e1 vit kung · f1 vit löpare · g1 vit springare · h1 vit torn | a8 svart torn · b8 svart springare · c8 svart löpare · d8 svart drottning · e8 svart kung · f8 svart löpare · g8 svart springare · h8 svart torn · a7 svart bonde · b7 svart bonde · c7 svart bonde · d7 svart bonde · e7 svart bonde · f7 svart bonde · g7 svart bonde · h7 svart bonde · c4 vit bonde · a2 vit bonde · b2 vit bonde · d2 vit bonde · e2 vit bonde · f2 vit bonde · g2 vit bonde · h2 vit bonde · a1 vit torn · b1 vit springare · c1 vit löpare · d1 vit drottning · e1 vit kung · f1 vit löpare · g1 vit springare · h1 vit torn | a8 svart torn · b8 svart springare · c8 svart löpare · d8 svart drottning · e8 svart kung · f8 svart löpare · g8 svart springare · h8 svart torn · a7 svart bonde · b7 svart bonde · c7 svart bonde · d7 svart bonde · e7 svart bonde · f7 svart bonde · g7 svart bonde · h7 svart bonde · c4 vit bonde · a2 vit bonde · b2 vit bonde · d2 vit bonde · e2 vit bonde · f2 vit bonde · g2 vit bonde · h2 vit bonde · a1 vit torn · b1 vit springare · c1 vit löpare · d1 vit drottning · e1 vit kung · f1 vit löpare · g1 vit springare · h1 vit torn | a8 svart torn · b8 svart springare · c8 svart löpare · d8 svart drottning · e8 svart kung · f8 svart löpare · g8 svart springare · h8 svart torn · a7 svart bonde · b7 svart bonde · c7 svart bonde · d7 svart bonde · e7 svart bonde · f7 svart bonde · g7 svart bonde · h7 svart bonde · c4 vit bonde · a2 vit bonde · b2 vit bonde · d2 vit bonde · e2 vit bonde · f2 vit bonde · g2 vit bonde · h2 vit bonde · a1 vit torn · b1 vit springare · c1 vit löpare · d1 vit drottning · e1 vit kung · f1 vit löpare · g1 vit springare · h1 vit torn | a8 svart torn · b8 svart springare · c8 svart löpare · d8 svart drottning · e8 svart kung · f8 svart löpare · g8 svart springare · h8 svart torn · a7 svart bonde · b7 svart bonde · c7 svart bonde · d7 svart bonde · e7 svart bonde · f7 svart bonde · g7 svart bonde · h7 svart bonde · c4 vit bonde · a2 vit bonde · b2 vit bonde · d2 vit bonde · e2 vit bonde · f2 vit bonde · g2 vit bonde · h2 vit bonde · a1 vit torn · b1 vit springare · c1 vit löpare · d1 vit drottning · e1 vit kung · f1 vit löpare · g1 vit springare · h1 vit torn | a8 svart torn · b8 svart springare · c8 svart löpare · d8 svart drottning · e8 svart kung · f8 svart löpare · g8 svart springare · h8 svart torn · a7 svart bonde · b7 svart bonde · c7 svart bonde · d7 svart bonde · e7 svart bonde · f7 svart bonde · g7 svart bonde · h7 svart bonde · c4 vit bonde · a2 vit bonde · b2 vit bonde · d2 vit bonde · e2 vit bonde · f2 vit bonde · g2 vit bonde · h2 vit bonde · a1 vit torn · b1 vit springare · c1 vit löpare · d1 vit drottning · e1 vit kung · f1 vit löpare · g1 vit springare · h1 vit torn | a8 svart torn · b8 svart springare · c8 svart löpare · d8 svart drottning · e8 svart kung · f8 svart löpare · g8 svart springare · h8 svart torn · a7 svart bonde · b7 svart bonde · c7 svart bonde · d7 svart bonde · e7 svart bonde · f7 svart bonde · g7 svart bonde · h7 svart bonde · c4 vit bonde · a2 vit bonde · b2 vit bonde · d2 vit bonde · e2 vit bonde · f2 vit bonde · g2 vit bonde · h2 vit bonde · a1 vit torn · b1 vit springare · c1 vit löpare · d1 vit drottning · e1 vit kung · f1 vit löpare · g1 vit springare · h1 vit torn | 5 |
| 4 | a8 svart torn · b8 svart springare · c8 svart löpare · d8 svart drottning · e8 svart kung · f8 svart löpare · g8 svart springare · h8 svart torn · a7 svart bonde · b7 svart bonde · c7 svart bonde · d7 svart bonde · e7 svart bonde · f7 svart bonde · g7 svart bonde · h7 svart bonde · c4 vit bonde · a2 vit bonde · b2 vit bonde · d2 vit bonde · e2 vit bonde · f2 vit bonde · g2 vit bonde · h2 vit bonde · a1 vit torn · b1 vit springare · c1 vit löpare · d1 vit drottning · e1 vit kung · f1 vit löpare · g1 vit springare · h1 vit torn | a8 svart torn · b8 svart springare · c8 svart löpare · d8 svart drottning · e8 svart kung · f8 svart löpare · g8 svart springare · h8 svart torn · a7 svart bonde · b7 svart bonde · c7 svart bonde · d7 svart bonde · e7 svart bonde · f7 svart bonde · g7 svart bonde · h7 svart bonde · c4 vit bonde · a2 vit bonde · b2 vit bonde · d2 vit bonde · e2 vit bonde · f2 vit bonde · g2 vit bonde · h2 vit bonde · a1 vit torn · b1 vit springare · c1 vit löpare · d1 vit drottning · e1 vit kung · f1 vit löpare · g1 vit springare · h1 vit torn | a8 svart torn · b8 svart springare · c8 svart löpare · d8 svart drottning · e8 svart kung · f8 svart löpare · g8 svart springare · h8 svart torn · a7 svart bonde · b7 svart bonde · c7 svart bonde · d7 svart bonde · e7 svart bonde · f7 svart bonde · g7 svart bonde · h7 svart bonde · c4 vit bonde · a2 vit bonde · b2 vit bonde · d2 vit bonde · e2 vit bonde · f2 vit bonde · g2 vit bonde · h2 vit bonde · a1 vit torn · b1 vit springare · c1 vit löpare · d1 vit drottning · e1 vit kung · f1 vit löpare · g1 vit springare · h1 vit torn | a8 svart torn · b8 svart springare · c8 svart löpare · d8 svart drottning · e8 svart kung · f8 svart löpare · g8 svart springare · h8 svart torn · a7 svart bonde · b7 svart bonde · c7 svart bonde · d7 svart bonde · e7 svart bonde · f7 svart bonde · g7 svart bonde · h7 svart bonde · c4 vit bonde · a2 vit bonde · b2 vit bonde · d2 vit bonde · e2 vit bonde · f2 vit bonde · g2 vit bonde · h2 vit bonde · a1 vit torn · b1 vit springare · c1 vit löpare · d1 vit drottning · e1 vit kung · f1 vit löpare · g1 vit springare · h1 vit torn | a8 svart torn · b8 svart springare · c8 svart löpare · d8 svart drottning · e8 svart kung · f8 svart löpare · g8 svart springare · h8 svart torn · a7 svart bonde · b7 svart bonde · c7 svart bonde · d7 svart bonde · e7 svart bonde · f7 svart bonde · g7 svart bonde · h7 svart bonde · c4 vit bonde · a2 vit bonde · b2 vit bonde · d2 vit bonde · e2 vit bonde · f2 vit bonde · g2 vit bonde · h2 vit bonde · a1 vit torn · b1 vit springare · c1 vit löpare · d1 vit drottning · e1 vit kung · f1 vit löpare · g1 vit springare · h1 vit torn | a8 svart torn · b8 svart springare · c8 svart löpare · d8 svart drottning · e8 svart kung · f8 svart löpare · g8 svart springare · h8 svart torn · a7 svart bonde · b7 svart bonde · c7 svart bonde · d7 svart bonde · e7 svart bonde · f7 svart bonde · g7 svart bonde · h7 svart bonde · c4 vit bonde · a2 vit bonde · b2 vit bonde · d2 vit bonde · e2 vit bonde · f2 vit bonde · g2 vit bonde · h2 vit bonde · a1 vit torn · b1 vit springare · c1 vit löpare · d1 vit drottning · e1 vit kung · f1 vit löpare · g1 vit springare · h1 vit torn | a8 svart torn · b8 svart springare · c8 svart löpare · d8 svart drottning · e8 svart kung · f8 svart löpare · g8 svart springare · h8 svart torn · a7 svart bonde · b7 svart bonde · c7 svart bonde · d7 svart bonde · e7 svart bonde · f7 svart bonde · g7 svart bonde · h7 svart bonde · c4 vit bonde · a2 vit bonde · b2 vit bonde · d2 vit bonde · e2 vit bonde · f2 vit bonde · g2 vit bonde · h2 vit bonde · a1 vit torn · b1 vit springare · c1 vit löpare · d1 vit drottning · e1 vit kung · f1 vit löpare · g1 vit springare · h1 vit torn | a8 svart torn · b8 svart springare · c8 svart löpare · d8 svart drottning · e8 svart kung · f8 svart löpare · g8 svart springare · h8 svart torn · a7 svart bonde · b7 svart bonde · c7 svart bonde · d7 svart bonde · e7 svart bonde · f7 svart bonde · g7 svart bonde · h7 svart bonde · c4 vit bonde · a2 vit bonde · b2 vit bonde · d2 vit bonde · e2 vit bonde · f2 vit bonde · g2 vit bonde · h2 vit bonde · a1 vit torn · b1 vit springare · c1 vit löpare · d1 vit drottning · e1 vit kung · f1 vit löpare · g1 vit springare · h1 vit torn | 4 |
| 3 | a8 svart torn · b8 svart springare · c8 svart löpare · d8 svart drottning · e8 svart kung · f8 svart löpare · g8 svart springare · h8 svart torn · a7 svart bonde · b7 svart bonde · c7 svart bonde · d7 svart bonde · e7 svart bonde · f7 svart bonde · g7 svart bonde · h7 svart bonde · c4 vit bonde · a2 vit bonde · b2 vit bonde · d2 vit bonde · e2 vit bonde · f2 vit bonde · g2 vit bonde · h2 vit bonde · a1 vit torn · b1 vit springare · c1 vit löpare · d1 vit drottning · e1 vit kung · f1 vit löpare · g1 vit springare · h1 vit torn | a8 svart torn · b8 svart springare · c8 svart löpare · d8 svart drottning · e8 svart kung · f8 svart löpare · g8 svart springare · h8 svart torn · a7 svart bonde · b7 svart bonde · c7 svart bonde · d7 svart bonde · e7 svart bonde · f7 svart bonde · g7 svart bonde · h7 svart bonde · c4 vit bonde · a2 vit bonde · b2 vit bonde · d2 vit bonde · e2 vit bonde · f2 vit bonde · g2 vit bonde · h2 vit bonde · a1 vit torn · b1 vit springare · c1 vit löpare · d1 vit drottning · e1 vit kung · f1 vit löpare · g1 vit springare · h1 vit torn | a8 svart torn · b8 svart springare · c8 svart löpare · d8 svart drottning · e8 svart kung · f8 svart löpare · g8 svart springare · h8 svart torn · a7 svart bonde · b7 svart bonde · c7 svart bonde · d7 svart bonde · e7 svart bonde · f7 svart bonde · g7 svart bonde · h7 svart bonde · c4 vit bonde · a2 vit bonde · b2 vit bonde · d2 vit bonde · e2 vit bonde · f2 vit bonde · g2 vit bonde · h2 vit bonde · a1 vit torn · b1 vit springare · c1 vit löpare · d1 vit drottning · e1 vit kung · f1 vit löpare · g1 vit springare · h1 vit torn | a8 svart torn · b8 svart springare · c8 svart löpare · d8 svart drottning · e8 svart kung · f8 svart löpare · g8 svart springare · h8 svart torn · a7 svart bonde · b7 svart bonde · c7 svart bonde · d7 svart bonde · e7 svart bonde · f7 svart bonde · g7 svart bonde · h7 svart bonde · c4 vit bonde · a2 vit bonde · b2 vit bonde · d2 vit bonde · e2 vit bonde · f2 vit bonde · g2 vit bonde · h2 vit bonde · a1 vit torn · b1 vit springare · c1 vit löpare · d1 vit drottning · e1 vit kung · f1 vit löpare · g1 vit springare · h1 vit torn | a8 svart torn · b8 svart springare · c8 svart löpare · d8 svart drottning · e8 svart kung · f8 svart löpare · g8 svart springare · h8 svart torn · a7 svart bonde · b7 svart bonde · c7 svart bonde · d7 svart bonde · e7 svart bonde · f7 svart bonde · g7 svart bonde · h7 svart bonde · c4 vit bonde · a2 vit bonde · b2 vit bonde · d2 vit bonde · e2 vit bonde · f2 vit bonde · g2 vit bonde · h2 vit bonde · a1 vit torn · b1 vit springare · c1 vit löpare · d1 vit drottning · e1 vit kung · f1 vit löpare · g1 vit springare · h1 vit torn | a8 svart torn · b8 svart springare · c8 svart löpare · d8 svart drottning · e8 svart kung · f8 svart löpare · g8 svart springare · h8 svart torn · a7 svart bonde · b7 svart bonde · c7 svart bonde · d7 svart bonde · e7 svart bonde · f7 svart bonde · g7 svart bonde · h7 svart bonde · c4 vit bonde · a2 vit bonde · b2 vit bonde · d2 vit bonde · e2 vit bonde · f2 vit bonde · g2 vit bonde · h2 vit bonde · a1 vit torn · b1 vit springare · c1 vit löpare · d1 vit drottning · e1 vit kung · f1 vit löpare · g1 vit springare · h1 vit torn | a8 svart torn · b8 svart springare · c8 svart löpare · d8 svart drottning · e8 svart kung · f8 svart löpare · g8 svart springare · h8 svart torn · a7 svart bonde · b7 svart bonde · c7 svart bonde · d7 svart bonde · e7 svart bonde · f7 svart bonde · g7 svart bonde · h7 svart bonde · c4 vit bonde · a2 vit bonde · b2 vit bonde · d2 vit bonde · e2 vit bonde · f2 vit bonde · g2 vit bonde · h2 vit bonde · a1 vit torn · b1 vit springare · c1 vit löpare · d1 vit drottning · e1 vit kung · f1 vit löpare · g1 vit springare · h1 vit torn | a8 svart torn · b8 svart springare · c8 svart löpare · d8 svart drottning · e8 svart kung · f8 svart löpare · g8 svart springare · h8 svart torn · a7 svart bonde · b7 svart bonde · c7 svart bonde · d7 svart bonde · e7 svart bonde · f7 svart bonde · g7 svart bonde · h7 svart bonde · c4 vit bonde · a2 vit bonde · b2 vit bonde · d2 vit bonde · e2 vit bonde · f2 vit bonde · g2 vit bonde · h2 vit bonde · a1 vit torn · b1 vit springare · c1 vit löpare · d1 vit drottning · e1 vit kung · f1 vit löpare · g1 vit springare · h1 vit torn | 3 |
| 2 | a8 svart torn · b8 svart springare · c8 svart löpare · d8 svart drottning · e8 svart kung · f8 svart löpare · g8 svart springare · h8 svart torn · a7 svart bonde · b7 svart bonde · c7 svart bonde · d7 svart bonde · e7 svart bonde · f7 svart bonde · g7 svart bonde · h7 svart bonde · c4 vit bonde · a2 vit bonde · b2 vit bonde · d2 vit bonde · e2 vit bonde · f2 vit bonde · g2 vit bonde · h2 vit bonde · a1 vit torn · b1 vit springare · c1 vit löpare · d1 vit drottning · e1 vit kung · f1 vit löpare · g1 vit springare · h1 vit torn | a8 svart torn · b8 svart springare · c8 svart löpare · d8 svart drottning · e8 svart kung · f8 svart löpare · g8 svart springare · h8 svart torn · a7 svart bonde · b7 svart bonde · c7 svart bonde · d7 svart bonde · e7 svart bonde · f7 svart bonde · g7 svart bonde · h7 svart bonde · c4 vit bonde · a2 vit bonde · b2 vit bonde · d2 vit bonde · e2 vit bonde · f2 vit bonde · g2 vit bonde · h2 vit bonde · a1 vit torn · b1 vit springare · c1 vit löpare · d1 vit drottning · e1 vit kung · f1 vit löpare · g1 vit springare · h1 vit torn | a8 svart torn · b8 svart springare · c8 svart löpare · d8 svart drottning · e8 svart kung · f8 svart löpare · g8 svart springare · h8 svart torn · a7 svart bonde · b7 svart bonde · c7 svart bonde · d7 svart bonde · e7 svart bonde · f7 svart bonde · g7 svart bonde · h7 svart bonde · c4 vit bonde · a2 vit bonde · b2 vit bonde · d2 vit bonde · e2 vit bonde · f2 vit bonde · g2 vit bonde · h2 vit bonde · a1 vit torn · b1 vit springare · c1 vit löpare · d1 vit drottning · e1 vit kung · f1 vit löpare · g1 vit springare · h1 vit torn | a8 svart torn · b8 svart springare · c8 svart löpare · d8 svart drottning · e8 svart kung · f8 svart löpare · g8 svart springare · h8 svart torn · a7 svart bonde · b7 svart bonde · c7 svart bonde · d7 svart bonde · e7 svart bonde · f7 svart bonde · g7 svart bonde · h7 svart bonde · c4 vit bonde · a2 vit bonde · b2 vit bonde · d2 vit bonde · e2 vit bonde · f2 vit bonde · g2 vit bonde · h2 vit bonde · a1 vit torn · b1 vit springare · c1 vit löpare · d1 vit drottning · e1 vit kung · f1 vit löpare · g1 vit springare · h1 vit torn | a8 svart torn · b8 svart springare · c8 svart löpare · d8 svart drottning · e8 svart kung · f8 svart löpare · g8 svart springare · h8 svart torn · a7 svart bonde · b7 svart bonde · c7 svart bonde · d7 svart bonde · e7 svart bonde · f7 svart bonde · g7 svart bonde · h7 svart bonde · c4 vit bonde · a2 vit bonde · b2 vit bonde · d2 vit bonde · e2 vit bonde · f2 vit bonde · g2 vit bonde · h2 vit bonde · a1 vit torn · b1 vit springare · c1 vit löpare · d1 vit drottning · e1 vit kung · f1 vit löpare · g1 vit springare · h1 vit torn | a8 svart torn · b8 svart springare · c8 svart löpare · d8 svart drottning · e8 svart kung · f8 svart löpare · g8 svart springare · h8 svart torn · a7 svart bonde · b7 svart bonde · c7 svart bonde · d7 svart bonde · e7 svart bonde · f7 svart bonde · g7 svart bonde · h7 svart bonde · c4 vit bonde · a2 vit bonde · b2 vit bonde · d2 vit bonde · e2 vit bonde · f2 vit bonde · g2 vit bonde · h2 vit bonde · a1 vit torn · b1 vit springare · c1 vit löpare · d1 vit drottning · e1 vit kung · f1 vit löpare · g1 vit springare · h1 vit torn | a8 svart torn · b8 svart springare · c8 svart löpare · d8 svart drottning · e8 svart kung · f8 svart löpare · g8 svart springare · h8 svart torn · a7 svart bonde · b7 svart bonde · c7 svart bonde · d7 svart bonde · e7 svart bonde · f7 svart bonde · g7 svart bonde · h7 svart bonde · c4 vit bonde · a2 vit bonde · b2 vit bonde · d2 vit bonde · e2 vit bonde · f2 vit bonde · g2 vit bonde · h2 vit bonde · a1 vit torn · b1 vit springare · c1 vit löpare · d1 vit drottning · e1 vit kung · f1 vit löpare · g1 vit springare · h1 vit torn | a8 svart torn · b8 svart springare · c8 svart löpare · d8 svart drottning · e8 svart kung · f8 svart löpare · g8 svart springare · h8 svart torn · a7 svart bonde · b7 svart bonde · c7 svart bonde · d7 svart bonde · e7 svart bonde · f7 svart bonde · g7 svart bonde · h7 svart bonde · c4 vit bonde · a2 vit bonde · b2 vit bonde · d2 vit bonde · e2 vit bonde · f2 vit bonde · g2 vit bonde · h2 vit bonde · a1 vit torn · b1 vit springare · c1 vit löpare · d1 vit drottning · e1 vit kung · f1 vit löpare · g1 vit springare · h1 vit torn | 2 |
| 1 | a8 svart torn · b8 svart springare · c8 svart löpare · d8 svart drottning · e8 svart kung · f8 svart löpare · g8 svart springare · h8 svart torn · a7 svart bonde · b7 svart bonde · c7 svart bonde · d7 svart bonde · e7 svart bonde · f7 svart bonde · g7 svart bonde · h7 svart bonde · c4 vit bonde · a2 vit bonde · b2 vit bonde · d2 vit bonde · e2 vit bonde · f2 vit bonde · g2 vit bonde · h2 vit bonde · a1 vit torn · b1 vit springare · c1 vit löpare · d1 vit drottning · e1 vit kung · f1 vit löpare · g1 vit springare · h1 vit torn | a8 svart torn · b8 svart springare · c8 svart löpare · d8 svart drottning · e8 svart kung · f8 svart löpare · g8 svart springare · h8 svart torn · a7 svart bonde · b7 svart bonde · c7 svart bonde · d7 svart bonde · e7 svart bonde · f7 svart bonde · g7 svart bonde · h7 svart bonde · c4 vit bonde · a2 vit bonde · b2 vit bonde · d2 vit bonde · e2 vit bonde · f2 vit bonde · g2 vit bonde · h2 vit bonde · a1 vit torn · b1 vit springare · c1 vit löpare · d1 vit drottning · e1 vit kung · f1 vit löpare · g1 vit springare · h1 vit torn | a8 svart torn · b8 svart springare · c8 svart löpare · d8 svart drottning · e8 svart kung · f8 svart löpare · g8 svart springare · h8 svart torn · a7 svart bonde · b7 svart bonde · c7 svart bonde · d7 svart bonde · e7 svart bonde · f7 svart bonde · g7 svart bonde · h7 svart bonde · c4 vit bonde · a2 vit bonde · b2 vit bonde · d2 vit bonde · e2 vit bonde · f2 vit bonde · g2 vit bonde · h2 vit bonde · a1 vit torn · b1 vit springare · c1 vit löpare · d1 vit drottning · e1 vit kung · f1 vit löpare · g1 vit springare · h1 vit torn | a8 svart torn · b8 svart springare · c8 svart löpare · d8 svart drottning · e8 svart kung · f8 svart löpare · g8 svart springare · h8 svart torn · a7 svart bonde · b7 svart bonde · c7 svart bonde · d7 svart bonde · e7 svart bonde · f7 svart bonde · g7 svart bonde · h7 svart bonde · c4 vit bonde · a2 vit bonde · b2 vit bonde · d2 vit bonde · e2 vit bonde · f2 vit bonde · g2 vit bonde · h2 vit bonde · a1 vit torn · b1 vit springare · c1 vit löpare · d1 vit drottning · e1 vit kung · f1 vit löpare · g1 vit springare · h1 vit torn | a8 svart torn · b8 svart springare · c8 svart löpare · d8 svart drottning · e8 svart kung · f8 svart löpare · g8 svart springare · h8 svart torn · a7 svart bonde · b7 svart bonde · c7 svart bonde · d7 svart bonde · e7 svart bonde · f7 svart bonde · g7 svart bonde · h7 svart bonde · c4 vit bonde · a2 vit bonde · b2 vit bonde · d2 vit bonde · e2 vit bonde · f2 vit bonde · g2 vit bonde · h2 vit bonde · a1 vit torn · b1 vit springare · c1 vit löpare · d1 vit drottning · e1 vit kung · f1 vit löpare · g1 vit springare · h1 vit torn | a8 svart torn · b8 svart springare · c8 svart löpare · d8 svart drottning · e8 svart kung · f8 svart löpare · g8 svart springare · h8 svart torn · a7 svart bonde · b7 svart bonde · c7 svart bonde · d7 svart bonde · e7 svart bonde · f7 svart bonde · g7 svart bonde · h7 svart bonde · c4 vit bonde · a2 vit bonde · b2 vit bonde · d2 vit bonde · e2 vit bonde · f2 vit bonde · g2 vit bonde · h2 vit bonde · a1 vit torn · b1 vit springare · c1 vit löpare · d1 vit drottning · e1 vit kung · f1 vit löpare · g1 vit springare · h1 vit torn | a8 svart torn · b8 svart springare · c8 svart löpare · d8 svart drottning · e8 svart kung · f8 svart löpare · g8 svart springare · h8 svart torn · a7 svart bonde · b7 svart bonde · c7 svart bonde · d7 svart bonde · e7 svart bonde · f7 svart bonde · g7 svart bonde · h7 svart bonde · c4 vit bonde · a2 vit bonde · b2 vit bonde · d2 vit bonde · e2 vit bonde · f2 vit bonde · g2 vit bonde · h2 vit bonde · a1 vit torn · b1 vit springare · c1 vit löpare · d1 vit drottning · e1 vit kung · f1 vit löpare · g1 vit springare · h1 vit torn | a8 svart torn · b8 svart springare · c8 svart löpare · d8 svart drottning · e8 svart kung · f8 svart löpare · g8 svart springare · h8 svart torn · a7 svart bonde · b7 svart bonde · c7 svart bonde · d7 svart bonde · e7 svart bonde · f7 svart bonde · g7 svart bonde · h7 svart bonde · c4 vit bonde · a2 vit bonde · b2 vit bonde · d2 vit bonde · e2 vit bonde · f2 vit bonde · g2 vit bonde · h2 vit bonde · a1 vit torn · b1 vit springare · c1 vit löpare · d1 vit drottning · e1 vit kung · f1 vit löpare · g1 vit springare · h1 vit torn | 1 |
|   | a | b | c | d | e | f | g | h |   |

A10 Engelskt parti
1.c4
A11 Engelskt, Caro-Kannsystemet
1.c4 c6
A12 Engelskt, Caro-Kannsystemet med b3
1.c4 c6 2.Sf3 d5 3.b3
A13 Engelskt
1.c4 e6
A14 Engelskt, Neo-Katalanskt
1.c4 e6 2.Sf3 d5 3.g3 Sf6 4.Lg2 Le7 5.0-0
A15 Engelskt
1.c4 Sf6
A16 Engelskt
1.c4 Sf6 2.Sc3
A17 Engelskt, treraderssystemet
1.c4 Sf6 2.Sc3 e6
A18 Engelskt, Mikenas-Carls variant
1.c4 Sf6 2.Sc3 e6 3.e4
A19 Engelskt, Mikenas-Carls, sicilianska varianten
1.c4 Sf6 2.Sc3 e6 3.e4 c5
|   | a | b | c | d | e | f | g | h |   |
| 8 | a8 svart torn · b8 svart springare · c8 svart löpare · d8 svart drottning · e8 svart kung · f8 svart löpare · g8 svart springare · h8 svart torn · a7 svart bonde · b7 svart bonde · c7 svart bonde · d7 svart bonde · f7 svart bonde · g7 svart bonde · h7 svart bonde · e5 svart bonde · c4 vit bonde · a2 vit bonde · b2 vit bonde · d2 vit bonde · e2 vit bonde · f2 vit bonde · g2 vit bonde · h2 vit bonde · a1 vit torn · b1 vit springare · c1 vit löpare · d1 vit drottning · e1 vit kung · f1 vit löpare · g1 vit springare · h1 vit torn | a8 svart torn · b8 svart springare · c8 svart löpare · d8 svart drottning · e8 svart kung · f8 svart löpare · g8 svart springare · h8 svart torn · a7 svart bonde · b7 svart bonde · c7 svart bonde · d7 svart bonde · f7 svart bonde · g7 svart bonde · h7 svart bonde · e5 svart bonde · c4 vit bonde · a2 vit bonde · b2 vit bonde · d2 vit bonde · e2 vit bonde · f2 vit bonde · g2 vit bonde · h2 vit bonde · a1 vit torn · b1 vit springare · c1 vit löpare · d1 vit drottning · e1 vit kung · f1 vit löpare · g1 vit springare · h1 vit torn | a8 svart torn · b8 svart springare · c8 svart löpare · d8 svart drottning · e8 svart kung · f8 svart löpare · g8 svart springare · h8 svart torn · a7 svart bonde · b7 svart bonde · c7 svart bonde · d7 svart bonde · f7 svart bonde · g7 svart bonde · h7 svart bonde · e5 svart bonde · c4 vit bonde · a2 vit bonde · b2 vit bonde · d2 vit bonde · e2 vit bonde · f2 vit bonde · g2 vit bonde · h2 vit bonde · a1 vit torn · b1 vit springare · c1 vit löpare · d1 vit drottning · e1 vit kung · f1 vit löpare · g1 vit springare · h1 vit torn | a8 svart torn · b8 svart springare · c8 svart löpare · d8 svart drottning · e8 svart kung · f8 svart löpare · g8 svart springare · h8 svart torn · a7 svart bonde · b7 svart bonde · c7 svart bonde · d7 svart bonde · f7 svart bonde · g7 svart bonde · h7 svart bonde · e5 svart bonde · c4 vit bonde · a2 vit bonde · b2 vit bonde · d2 vit bonde · e2 vit bonde · f2 vit bonde · g2 vit bonde · h2 vit bonde · a1 vit torn · b1 vit springare · c1 vit löpare · d1 vit drottning · e1 vit kung · f1 vit löpare · g1 vit springare · h1 vit torn | a8 svart torn · b8 svart springare · c8 svart löpare · d8 svart drottning · e8 svart kung · f8 svart löpare · g8 svart springare · h8 svart torn · a7 svart bonde · b7 svart bonde · c7 svart bonde · d7 svart bonde · f7 svart bonde · g7 svart bonde · h7 svart bonde · e5 svart bonde · c4 vit bonde · a2 vit bonde · b2 vit bonde · d2 vit bonde · e2 vit bonde · f2 vit bonde · g2 vit bonde · h2 vit bonde · a1 vit torn · b1 vit springare · c1 vit löpare · d1 vit drottning · e1 vit kung · f1 vit löpare · g1 vit springare · h1 vit torn | a8 svart torn · b8 svart springare · c8 svart löpare · d8 svart drottning · e8 svart kung · f8 svart löpare · g8 svart springare · h8 svart torn · a7 svart bonde · b7 svart bonde · c7 svart bonde · d7 svart bonde · f7 svart bonde · g7 svart bonde · h7 svart bonde · e5 svart bonde · c4 vit bonde · a2 vit bonde · b2 vit bonde · d2 vit bonde · e2 vit bonde · f2 vit bonde · g2 vit bonde · h2 vit bonde · a1 vit torn · b1 vit springare · c1 vit löpare · d1 vit drottning · e1 vit kung · f1 vit löpare · g1 vit springare · h1 vit torn | a8 svart torn · b8 svart springare · c8 svart löpare · d8 svart drottning · e8 svart kung · f8 svart löpare · g8 svart springare · h8 svart torn · a7 svart bonde · b7 svart bonde · c7 svart bonde · d7 svart bonde · f7 svart bonde · g7 svart bonde · h7 svart bonde · e5 svart bonde · c4 vit bonde · a2 vit bonde · b2 vit bonde · d2 vit bonde · e2 vit bonde · f2 vit bonde · g2 vit bonde · h2 vit bonde · a1 vit torn · b1 vit springare · c1 vit löpare · d1 vit drottning · e1 vit kung · f1 vit löpare · g1 vit springare · h1 vit torn | a8 svart torn · b8 svart springare · c8 svart löpare · d8 svart drottning · e8 svart kung · f8 svart löpare · g8 svart springare · h8 svart torn · a7 svart bonde · b7 svart bonde · c7 svart bonde · d7 svart bonde · f7 svart bonde · g7 svart bonde · h7 svart bonde · e5 svart bonde · c4 vit bonde · a2 vit bonde · b2 vit bonde · d2 vit bonde · e2 vit bonde · f2 vit bonde · g2 vit bonde · h2 vit bonde · a1 vit torn · b1 vit springare · c1 vit löpare · d1 vit drottning · e1 vit kung · f1 vit löpare · g1 vit springare · h1 vit torn | 8 |
| 7 | a8 svart torn · b8 svart springare · c8 svart löpare · d8 svart drottning · e8 svart kung · f8 svart löpare · g8 svart springare · h8 svart torn · a7 svart bonde · b7 svart bonde · c7 svart bonde · d7 svart bonde · f7 svart bonde · g7 svart bonde · h7 svart bonde · e5 svart bonde · c4 vit bonde · a2 vit bonde · b2 vit bonde · d2 vit bonde · e2 vit bonde · f2 vit bonde · g2 vit bonde · h2 vit bonde · a1 vit torn · b1 vit springare · c1 vit löpare · d1 vit drottning · e1 vit kung · f1 vit löpare · g1 vit springare · h1 vit torn | a8 svart torn · b8 svart springare · c8 svart löpare · d8 svart drottning · e8 svart kung · f8 svart löpare · g8 svart springare · h8 svart torn · a7 svart bonde · b7 svart bonde · c7 svart bonde · d7 svart bonde · f7 svart bonde · g7 svart bonde · h7 svart bonde · e5 svart bonde · c4 vit bonde · a2 vit bonde · b2 vit bonde · d2 vit bonde · e2 vit bonde · f2 vit bonde · g2 vit bonde · h2 vit bonde · a1 vit torn · b1 vit springare · c1 vit löpare · d1 vit drottning · e1 vit kung · f1 vit löpare · g1 vit springare · h1 vit torn | a8 svart torn · b8 svart springare · c8 svart löpare · d8 svart drottning · e8 svart kung · f8 svart löpare · g8 svart springare · h8 svart torn · a7 svart bonde · b7 svart bonde · c7 svart bonde · d7 svart bonde · f7 svart bonde · g7 svart bonde · h7 svart bonde · e5 svart bonde · c4 vit bonde · a2 vit bonde · b2 vit bonde · d2 vit bonde · e2 vit bonde · f2 vit bonde · g2 vit bonde · h2 vit bonde · a1 vit torn · b1 vit springare · c1 vit löpare · d1 vit drottning · e1 vit kung · f1 vit löpare · g1 vit springare · h1 vit torn | a8 svart torn · b8 svart springare · c8 svart löpare · d8 svart drottning · e8 svart kung · f8 svart löpare · g8 svart springare · h8 svart torn · a7 svart bonde · b7 svart bonde · c7 svart bonde · d7 svart bonde · f7 svart bonde · g7 svart bonde · h7 svart bonde · e5 svart bonde · c4 vit bonde · a2 vit bonde · b2 vit bonde · d2 vit bonde · e2 vit bonde · f2 vit bonde · g2 vit bonde · h2 vit bonde · a1 vit torn · b1 vit springare · c1 vit löpare · d1 vit drottning · e1 vit kung · f1 vit löpare · g1 vit springare · h1 vit torn | a8 svart torn · b8 svart springare · c8 svart löpare · d8 svart drottning · e8 svart kung · f8 svart löpare · g8 svart springare · h8 svart torn · a7 svart bonde · b7 svart bonde · c7 svart bonde · d7 svart bonde · f7 svart bonde · g7 svart bonde · h7 svart bonde · e5 svart bonde · c4 vit bonde · a2 vit bonde · b2 vit bonde · d2 vit bonde · e2 vit bonde · f2 vit bonde · g2 vit bonde · h2 vit bonde · a1 vit torn · b1 vit springare · c1 vit löpare · d1 vit drottning · e1 vit kung · f1 vit löpare · g1 vit springare · h1 vit torn | a8 svart torn · b8 svart springare · c8 svart löpare · d8 svart drottning · e8 svart kung · f8 svart löpare · g8 svart springare · h8 svart torn · a7 svart bonde · b7 svart bonde · c7 svart bonde · d7 svart bonde · f7 svart bonde · g7 svart bonde · h7 svart bonde · e5 svart bonde · c4 vit bonde · a2 vit bonde · b2 vit bonde · d2 vit bonde · e2 vit bonde · f2 vit bonde · g2 vit bonde · h2 vit bonde · a1 vit torn · b1 vit springare · c1 vit löpare · d1 vit drottning · e1 vit kung · f1 vit löpare · g1 vit springare · h1 vit torn | a8 svart torn · b8 svart springare · c8 svart löpare · d8 svart drottning · e8 svart kung · f8 svart löpare · g8 svart springare · h8 svart torn · a7 svart bonde · b7 svart bonde · c7 svart bonde · d7 svart bonde · f7 svart bonde · g7 svart bonde · h7 svart bonde · e5 svart bonde · c4 vit bonde · a2 vit bonde · b2 vit bonde · d2 vit bonde · e2 vit bonde · f2 vit bonde · g2 vit bonde · h2 vit bonde · a1 vit torn · b1 vit springare · c1 vit löpare · d1 vit drottning · e1 vit kung · f1 vit löpare · g1 vit springare · h1 vit torn | a8 svart torn · b8 svart springare · c8 svart löpare · d8 svart drottning · e8 svart kung · f8 svart löpare · g8 svart springare · h8 svart torn · a7 svart bonde · b7 svart bonde · c7 svart bonde · d7 svart bonde · f7 svart bonde · g7 svart bonde · h7 svart bonde · e5 svart bonde · c4 vit bonde · a2 vit bonde · b2 vit bonde · d2 vit bonde · e2 vit bonde · f2 vit bonde · g2 vit bonde · h2 vit bonde · a1 vit torn · b1 vit springare · c1 vit löpare · d1 vit drottning · e1 vit kung · f1 vit löpare · g1 vit springare · h1 vit torn | 7 |
| 6 | a8 svart torn · b8 svart springare · c8 svart löpare · d8 svart drottning · e8 svart kung · f8 svart löpare · g8 svart springare · h8 svart torn · a7 svart bonde · b7 svart bonde · c7 svart bonde · d7 svart bonde · f7 svart bonde · g7 svart bonde · h7 svart bonde · e5 svart bonde · c4 vit bonde · a2 vit bonde · b2 vit bonde · d2 vit bonde · e2 vit bonde · f2 vit bonde · g2 vit bonde · h2 vit bonde · a1 vit torn · b1 vit springare · c1 vit löpare · d1 vit drottning · e1 vit kung · f1 vit löpare · g1 vit springare · h1 vit torn | a8 svart torn · b8 svart springare · c8 svart löpare · d8 svart drottning · e8 svart kung · f8 svart löpare · g8 svart springare · h8 svart torn · a7 svart bonde · b7 svart bonde · c7 svart bonde · d7 svart bonde · f7 svart bonde · g7 svart bonde · h7 svart bonde · e5 svart bonde · c4 vit bonde · a2 vit bonde · b2 vit bonde · d2 vit bonde · e2 vit bonde · f2 vit bonde · g2 vit bonde · h2 vit bonde · a1 vit torn · b1 vit springare · c1 vit löpare · d1 vit drottning · e1 vit kung · f1 vit löpare · g1 vit springare · h1 vit torn | a8 svart torn · b8 svart springare · c8 svart löpare · d8 svart drottning · e8 svart kung · f8 svart löpare · g8 svart springare · h8 svart torn · a7 svart bonde · b7 svart bonde · c7 svart bonde · d7 svart bonde · f7 svart bonde · g7 svart bonde · h7 svart bonde · e5 svart bonde · c4 vit bonde · a2 vit bonde · b2 vit bonde · d2 vit bonde · e2 vit bonde · f2 vit bonde · g2 vit bonde · h2 vit bonde · a1 vit torn · b1 vit springare · c1 vit löpare · d1 vit drottning · e1 vit kung · f1 vit löpare · g1 vit springare · h1 vit torn | a8 svart torn · b8 svart springare · c8 svart löpare · d8 svart drottning · e8 svart kung · f8 svart löpare · g8 svart springare · h8 svart torn · a7 svart bonde · b7 svart bonde · c7 svart bonde · d7 svart bonde · f7 svart bonde · g7 svart bonde · h7 svart bonde · e5 svart bonde · c4 vit bonde · a2 vit bonde · b2 vit bonde · d2 vit bonde · e2 vit bonde · f2 vit bonde · g2 vit bonde · h2 vit bonde · a1 vit torn · b1 vit springare · c1 vit löpare · d1 vit drottning · e1 vit kung · f1 vit löpare · g1 vit springare · h1 vit torn | a8 svart torn · b8 svart springare · c8 svart löpare · d8 svart drottning · e8 svart kung · f8 svart löpare · g8 svart springare · h8 svart torn · a7 svart bonde · b7 svart bonde · c7 svart bonde · d7 svart bonde · f7 svart bonde · g7 svart bonde · h7 svart bonde · e5 svart bonde · c4 vit bonde · a2 vit bonde · b2 vit bonde · d2 vit bonde · e2 vit bonde · f2 vit bonde · g2 vit bonde · h2 vit bonde · a1 vit torn · b1 vit springare · c1 vit löpare · d1 vit drottning · e1 vit kung · f1 vit löpare · g1 vit springare · h1 vit torn | a8 svart torn · b8 svart springare · c8 svart löpare · d8 svart drottning · e8 svart kung · f8 svart löpare · g8 svart springare · h8 svart torn · a7 svart bonde · b7 svart bonde · c7 svart bonde · d7 svart bonde · f7 svart bonde · g7 svart bonde · h7 svart bonde · e5 svart bonde · c4 vit bonde · a2 vit bonde · b2 vit bonde · d2 vit bonde · e2 vit bonde · f2 vit bonde · g2 vit bonde · h2 vit bonde · a1 vit torn · b1 vit springare · c1 vit löpare · d1 vit drottning · e1 vit kung · f1 vit löpare · g1 vit springare · h1 vit torn | a8 svart torn · b8 svart springare · c8 svart löpare · d8 svart drottning · e8 svart kung · f8 svart löpare · g8 svart springare · h8 svart torn · a7 svart bonde · b7 svart bonde · c7 svart bonde · d7 svart bonde · f7 svart bonde · g7 svart bonde · h7 svart bonde · e5 svart bonde · c4 vit bonde · a2 vit bonde · b2 vit bonde · d2 vit bonde · e2 vit bonde · f2 vit bonde · g2 vit bonde · h2 vit bonde · a1 vit torn · b1 vit springare · c1 vit löpare · d1 vit drottning · e1 vit kung · f1 vit löpare · g1 vit springare · h1 vit torn | a8 svart torn · b8 svart springare · c8 svart löpare · d8 svart drottning · e8 svart kung · f8 svart löpare · g8 svart springare · h8 svart torn · a7 svart bonde · b7 svart bonde · c7 svart bonde · d7 svart bonde · f7 svart bonde · g7 svart bonde · h7 svart bonde · e5 svart bonde · c4 vit bonde · a2 vit bonde · b2 vit bonde · d2 vit bonde · e2 vit bonde · f2 vit bonde · g2 vit bonde · h2 vit bonde · a1 vit torn · b1 vit springare · c1 vit löpare · d1 vit drottning · e1 vit kung · f1 vit löpare · g1 vit springare · h1 vit torn | 6 |
| 5 | a8 svart torn · b8 svart springare · c8 svart löpare · d8 svart drottning · e8 svart kung · f8 svart löpare · g8 svart springare · h8 svart torn · a7 svart bonde · b7 svart bonde · c7 svart bonde · d7 svart bonde · f7 svart bonde · g7 svart bonde · h7 svart bonde · e5 svart bonde · c4 vit bonde · a2 vit bonde · b2 vit bonde · d2 vit bonde · e2 vit bonde · f2 vit bonde · g2 vit bonde · h2 vit bonde · a1 vit torn · b1 vit springare · c1 vit löpare · d1 vit drottning · e1 vit kung · f1 vit löpare · g1 vit springare · h1 vit torn | a8 svart torn · b8 svart springare · c8 svart löpare · d8 svart drottning · e8 svart kung · f8 svart löpare · g8 svart springare · h8 svart torn · a7 svart bonde · b7 svart bonde · c7 svart bonde · d7 svart bonde · f7 svart bonde · g7 svart bonde · h7 svart bonde · e5 svart bonde · c4 vit bonde · a2 vit bonde · b2 vit bonde · d2 vit bonde · e2 vit bonde · f2 vit bonde · g2 vit bonde · h2 vit bonde · a1 vit torn · b1 vit springare · c1 vit löpare · d1 vit drottning · e1 vit kung · f1 vit löpare · g1 vit springare · h1 vit torn | a8 svart torn · b8 svart springare · c8 svart löpare · d8 svart drottning · e8 svart kung · f8 svart löpare · g8 svart springare · h8 svart torn · a7 svart bonde · b7 svart bonde · c7 svart bonde · d7 svart bonde · f7 svart bonde · g7 svart bonde · h7 svart bonde · e5 svart bonde · c4 vit bonde · a2 vit bonde · b2 vit bonde · d2 vit bonde · e2 vit bonde · f2 vit bonde · g2 vit bonde · h2 vit bonde · a1 vit torn · b1 vit springare · c1 vit löpare · d1 vit drottning · e1 vit kung · f1 vit löpare · g1 vit springare · h1 vit torn | a8 svart torn · b8 svart springare · c8 svart löpare · d8 svart drottning · e8 svart kung · f8 svart löpare · g8 svart springare · h8 svart torn · a7 svart bonde · b7 svart bonde · c7 svart bonde · d7 svart bonde · f7 svart bonde · g7 svart bonde · h7 svart bonde · e5 svart bonde · c4 vit bonde · a2 vit bonde · b2 vit bonde · d2 vit bonde · e2 vit bonde · f2 vit bonde · g2 vit bonde · h2 vit bonde · a1 vit torn · b1 vit springare · c1 vit löpare · d1 vit drottning · e1 vit kung · f1 vit löpare · g1 vit springare · h1 vit torn | a8 svart torn · b8 svart springare · c8 svart löpare · d8 svart drottning · e8 svart kung · f8 svart löpare · g8 svart springare · h8 svart torn · a7 svart bonde · b7 svart bonde · c7 svart bonde · d7 svart bonde · f7 svart bonde · g7 svart bonde · h7 svart bonde · e5 svart bonde · c4 vit bonde · a2 vit bonde · b2 vit bonde · d2 vit bonde · e2 vit bonde · f2 vit bonde · g2 vit bonde · h2 vit bonde · a1 vit torn · b1 vit springare · c1 vit löpare · d1 vit drottning · e1 vit kung · f1 vit löpare · g1 vit springare · h1 vit torn | a8 svart torn · b8 svart springare · c8 svart löpare · d8 svart drottning · e8 svart kung · f8 svart löpare · g8 svart springare · h8 svart torn · a7 svart bonde · b7 svart bonde · c7 svart bonde · d7 svart bonde · f7 svart bonde · g7 svart bonde · h7 svart bonde · e5 svart bonde · c4 vit bonde · a2 vit bonde · b2 vit bonde · d2 vit bonde · e2 vit bonde · f2 vit bonde · g2 vit bonde · h2 vit bonde · a1 vit torn · b1 vit springare · c1 vit löpare · d1 vit drottning · e1 vit kung · f1 vit löpare · g1 vit springare · h1 vit torn | a8 svart torn · b8 svart springare · c8 svart löpare · d8 svart drottning · e8 svart kung · f8 svart löpare · g8 svart springare · h8 svart torn · a7 svart bonde · b7 svart bonde · c7 svart bonde · d7 svart bonde · f7 svart bonde · g7 svart bonde · h7 svart bonde · e5 svart bonde · c4 vit bonde · a2 vit bonde · b2 vit bonde · d2 vit bonde · e2 vit bonde · f2 vit bonde · g2 vit bonde · h2 vit bonde · a1 vit torn · b1 vit springare · c1 vit löpare · d1 vit drottning · e1 vit kung · f1 vit löpare · g1 vit springare · h1 vit torn | a8 svart torn · b8 svart springare · c8 svart löpare · d8 svart drottning · e8 svart kung · f8 svart löpare · g8 svart springare · h8 svart torn · a7 svart bonde · b7 svart bonde · c7 svart bonde · d7 svart bonde · f7 svart bonde · g7 svart bonde · h7 svart bonde · e5 svart bonde · c4 vit bonde · a2 vit bonde · b2 vit bonde · d2 vit bonde · e2 vit bonde · f2 vit bonde · g2 vit bonde · h2 vit bonde · a1 vit torn · b1 vit springare · c1 vit löpare · d1 vit drottning · e1 vit kung · f1 vit löpare · g1 vit springare · h1 vit torn | 5 |
| 4 | a8 svart torn · b8 svart springare · c8 svart löpare · d8 svart drottning · e8 svart kung · f8 svart löpare · g8 svart springare · h8 svart torn · a7 svart bonde · b7 svart bonde · c7 svart bonde · d7 svart bonde · f7 svart bonde · g7 svart bonde · h7 svart bonde · e5 svart bonde · c4 vit bonde · a2 vit bonde · b2 vit bonde · d2 vit bonde · e2 vit bonde · f2 vit bonde · g2 vit bonde · h2 vit bonde · a1 vit torn · b1 vit springare · c1 vit löpare · d1 vit drottning · e1 vit kung · f1 vit löpare · g1 vit springare · h1 vit torn | a8 svart torn · b8 svart springare · c8 svart löpare · d8 svart drottning · e8 svart kung · f8 svart löpare · g8 svart springare · h8 svart torn · a7 svart bonde · b7 svart bonde · c7 svart bonde · d7 svart bonde · f7 svart bonde · g7 svart bonde · h7 svart bonde · e5 svart bonde · c4 vit bonde · a2 vit bonde · b2 vit bonde · d2 vit bonde · e2 vit bonde · f2 vit bonde · g2 vit bonde · h2 vit bonde · a1 vit torn · b1 vit springare · c1 vit löpare · d1 vit drottning · e1 vit kung · f1 vit löpare · g1 vit springare · h1 vit torn | a8 svart torn · b8 svart springare · c8 svart löpare · d8 svart drottning · e8 svart kung · f8 svart löpare · g8 svart springare · h8 svart torn · a7 svart bonde · b7 svart bonde · c7 svart bonde · d7 svart bonde · f7 svart bonde · g7 svart bonde · h7 svart bonde · e5 svart bonde · c4 vit bonde · a2 vit bonde · b2 vit bonde · d2 vit bonde · e2 vit bonde · f2 vit bonde · g2 vit bonde · h2 vit bonde · a1 vit torn · b1 vit springare · c1 vit löpare · d1 vit drottning · e1 vit kung · f1 vit löpare · g1 vit springare · h1 vit torn | a8 svart torn · b8 svart springare · c8 svart löpare · d8 svart drottning · e8 svart kung · f8 svart löpare · g8 svart springare · h8 svart torn · a7 svart bonde · b7 svart bonde · c7 svart bonde · d7 svart bonde · f7 svart bonde · g7 svart bonde · h7 svart bonde · e5 svart bonde · c4 vit bonde · a2 vit bonde · b2 vit bonde · d2 vit bonde · e2 vit bonde · f2 vit bonde · g2 vit bonde · h2 vit bonde · a1 vit torn · b1 vit springare · c1 vit löpare · d1 vit drottning · e1 vit kung · f1 vit löpare · g1 vit springare · h1 vit torn | a8 svart torn · b8 svart springare · c8 svart löpare · d8 svart drottning · e8 svart kung · f8 svart löpare · g8 svart springare · h8 svart torn · a7 svart bonde · b7 svart bonde · c7 svart bonde · d7 svart bonde · f7 svart bonde · g7 svart bonde · h7 svart bonde · e5 svart bonde · c4 vit bonde · a2 vit bonde · b2 vit bonde · d2 vit bonde · e2 vit bonde · f2 vit bonde · g2 vit bonde · h2 vit bonde · a1 vit torn · b1 vit springare · c1 vit löpare · d1 vit drottning · e1 vit kung · f1 vit löpare · g1 vit springare · h1 vit torn | a8 svart torn · b8 svart springare · c8 svart löpare · d8 svart drottning · e8 svart kung · f8 svart löpare · g8 svart springare · h8 svart torn · a7 svart bonde · b7 svart bonde · c7 svart bonde · d7 svart bonde · f7 svart bonde · g7 svart bonde · h7 svart bonde · e5 svart bonde · c4 vit bonde · a2 vit bonde · b2 vit bonde · d2 vit bonde · e2 vit bonde · f2 vit bonde · g2 vit bonde · h2 vit bonde · a1 vit torn · b1 vit springare · c1 vit löpare · d1 vit drottning · e1 vit kung · f1 vit löpare · g1 vit springare · h1 vit torn | a8 svart torn · b8 svart springare · c8 svart löpare · d8 svart drottning · e8 svart kung · f8 svart löpare · g8 svart springare · h8 svart torn · a7 svart bonde · b7 svart bonde · c7 svart bonde · d7 svart bonde · f7 svart bonde · g7 svart bonde · h7 svart bonde · e5 svart bonde · c4 vit bonde · a2 vit bonde · b2 vit bonde · d2 vit bonde · e2 vit bonde · f2 vit bonde · g2 vit bonde · h2 vit bonde · a1 vit torn · b1 vit springare · c1 vit löpare · d1 vit drottning · e1 vit kung · f1 vit löpare · g1 vit springare · h1 vit torn | a8 svart torn · b8 svart springare · c8 svart löpare · d8 svart drottning · e8 svart kung · f8 svart löpare · g8 svart springare · h8 svart torn · a7 svart bonde · b7 svart bonde · c7 svart bonde · d7 svart bonde · f7 svart bonde · g7 svart bonde · h7 svart bonde · e5 svart bonde · c4 vit bonde · a2 vit bonde · b2 vit bonde · d2 vit bonde · e2 vit bonde · f2 vit bonde · g2 vit bonde · h2 vit bonde · a1 vit torn · b1 vit springare · c1 vit löpare · d1 vit drottning · e1 vit kung · f1 vit löpare · g1 vit springare · h1 vit torn | 4 |
| 3 | a8 svart torn · b8 svart springare · c8 svart löpare · d8 svart drottning · e8 svart kung · f8 svart löpare · g8 svart springare · h8 svart torn · a7 svart bonde · b7 svart bonde · c7 svart bonde · d7 svart bonde · f7 svart bonde · g7 svart bonde · h7 svart bonde · e5 svart bonde · c4 vit bonde · a2 vit bonde · b2 vit bonde · d2 vit bonde · e2 vit bonde · f2 vit bonde · g2 vit bonde · h2 vit bonde · a1 vit torn · b1 vit springare · c1 vit löpare · d1 vit drottning · e1 vit kung · f1 vit löpare · g1 vit springare · h1 vit torn | a8 svart torn · b8 svart springare · c8 svart löpare · d8 svart drottning · e8 svart kung · f8 svart löpare · g8 svart springare · h8 svart torn · a7 svart bonde · b7 svart bonde · c7 svart bonde · d7 svart bonde · f7 svart bonde · g7 svart bonde · h7 svart bonde · e5 svart bonde · c4 vit bonde · a2 vit bonde · b2 vit bonde · d2 vit bonde · e2 vit bonde · f2 vit bonde · g2 vit bonde · h2 vit bonde · a1 vit torn · b1 vit springare · c1 vit löpare · d1 vit drottning · e1 vit kung · f1 vit löpare · g1 vit springare · h1 vit torn | a8 svart torn · b8 svart springare · c8 svart löpare · d8 svart drottning · e8 svart kung · f8 svart löpare · g8 svart springare · h8 svart torn · a7 svart bonde · b7 svart bonde · c7 svart bonde · d7 svart bonde · f7 svart bonde · g7 svart bonde · h7 svart bonde · e5 svart bonde · c4 vit bonde · a2 vit bonde · b2 vit bonde · d2 vit bonde · e2 vit bonde · f2 vit bonde · g2 vit bonde · h2 vit bonde · a1 vit torn · b1 vit springare · c1 vit löpare · d1 vit drottning · e1 vit kung · f1 vit löpare · g1 vit springare · h1 vit torn | a8 svart torn · b8 svart springare · c8 svart löpare · d8 svart drottning · e8 svart kung · f8 svart löpare · g8 svart springare · h8 svart torn · a7 svart bonde · b7 svart bonde · c7 svart bonde · d7 svart bonde · f7 svart bonde · g7 svart bonde · h7 svart bonde · e5 svart bonde · c4 vit bonde · a2 vit bonde · b2 vit bonde · d2 vit bonde · e2 vit bonde · f2 vit bonde · g2 vit bonde · h2 vit bonde · a1 vit torn · b1 vit springare · c1 vit löpare · d1 vit drottning · e1 vit kung · f1 vit löpare · g1 vit springare · h1 vit torn | a8 svart torn · b8 svart springare · c8 svart löpare · d8 svart drottning · e8 svart kung · f8 svart löpare · g8 svart springare · h8 svart torn · a7 svart bonde · b7 svart bonde · c7 svart bonde · d7 svart bonde · f7 svart bonde · g7 svart bonde · h7 svart bonde · e5 svart bonde · c4 vit bonde · a2 vit bonde · b2 vit bonde · d2 vit bonde · e2 vit bonde · f2 vit bonde · g2 vit bonde · h2 vit bonde · a1 vit torn · b1 vit springare · c1 vit löpare · d1 vit drottning · e1 vit kung · f1 vit löpare · g1 vit springare · h1 vit torn | a8 svart torn · b8 svart springare · c8 svart löpare · d8 svart drottning · e8 svart kung · f8 svart löpare · g8 svart springare · h8 svart torn · a7 svart bonde · b7 svart bonde · c7 svart bonde · d7 svart bonde · f7 svart bonde · g7 svart bonde · h7 svart bonde · e5 svart bonde · c4 vit bonde · a2 vit bonde · b2 vit bonde · d2 vit bonde · e2 vit bonde · f2 vit bonde · g2 vit bonde · h2 vit bonde · a1 vit torn · b1 vit springare · c1 vit löpare · d1 vit drottning · e1 vit kung · f1 vit löpare · g1 vit springare · h1 vit torn | a8 svart torn · b8 svart springare · c8 svart löpare · d8 svart drottning · e8 svart kung · f8 svart löpare · g8 svart springare · h8 svart torn · a7 svart bonde · b7 svart bonde · c7 svart bonde · d7 svart bonde · f7 svart bonde · g7 svart bonde · h7 svart bonde · e5 svart bonde · c4 vit bonde · a2 vit bonde · b2 vit bonde · d2 vit bonde · e2 vit bonde · f2 vit bonde · g2 vit bonde · h2 vit bonde · a1 vit torn · b1 vit springare · c1 vit löpare · d1 vit drottning · e1 vit kung · f1 vit löpare · g1 vit springare · h1 vit torn | a8 svart torn · b8 svart springare · c8 svart löpare · d8 svart drottning · e8 svart kung · f8 svart löpare · g8 svart springare · h8 svart torn · a7 svart bonde · b7 svart bonde · c7 svart bonde · d7 svart bonde · f7 svart bonde · g7 svart bonde · h7 svart bonde · e5 svart bonde · c4 vit bonde · a2 vit bonde · b2 vit bonde · d2 vit bonde · e2 vit bonde · f2 vit bonde · g2 vit bonde · h2 vit bonde · a1 vit torn · b1 vit springare · c1 vit löpare · d1 vit drottning · e1 vit kung · f1 vit löpare · g1 vit springare · h1 vit torn | 3 |
| 2 | a8 svart torn · b8 svart springare · c8 svart löpare · d8 svart drottning · e8 svart kung · f8 svart löpare · g8 svart springare · h8 svart torn · a7 svart bonde · b7 svart bonde · c7 svart bonde · d7 svart bonde · f7 svart bonde · g7 svart bonde · h7 svart bonde · e5 svart bonde · c4 vit bonde · a2 vit bonde · b2 vit bonde · d2 vit bonde · e2 vit bonde · f2 vit bonde · g2 vit bonde · h2 vit bonde · a1 vit torn · b1 vit springare · c1 vit löpare · d1 vit drottning · e1 vit kung · f1 vit löpare · g1 vit springare · h1 vit torn | a8 svart torn · b8 svart springare · c8 svart löpare · d8 svart drottning · e8 svart kung · f8 svart löpare · g8 svart springare · h8 svart torn · a7 svart bonde · b7 svart bonde · c7 svart bonde · d7 svart bonde · f7 svart bonde · g7 svart bonde · h7 svart bonde · e5 svart bonde · c4 vit bonde · a2 vit bonde · b2 vit bonde · d2 vit bonde · e2 vit bonde · f2 vit bonde · g2 vit bonde · h2 vit bonde · a1 vit torn · b1 vit springare · c1 vit löpare · d1 vit drottning · e1 vit kung · f1 vit löpare · g1 vit springare · h1 vit torn | a8 svart torn · b8 svart springare · c8 svart löpare · d8 svart drottning · e8 svart kung · f8 svart löpare · g8 svart springare · h8 svart torn · a7 svart bonde · b7 svart bonde · c7 svart bonde · d7 svart bonde · f7 svart bonde · g7 svart bonde · h7 svart bonde · e5 svart bonde · c4 vit bonde · a2 vit bonde · b2 vit bonde · d2 vit bonde · e2 vit bonde · f2 vit bonde · g2 vit bonde · h2 vit bonde · a1 vit torn · b1 vit springare · c1 vit löpare · d1 vit drottning · e1 vit kung · f1 vit löpare · g1 vit springare · h1 vit torn | a8 svart torn · b8 svart springare · c8 svart löpare · d8 svart drottning · e8 svart kung · f8 svart löpare · g8 svart springare · h8 svart torn · a7 svart bonde · b7 svart bonde · c7 svart bonde · d7 svart bonde · f7 svart bonde · g7 svart bonde · h7 svart bonde · e5 svart bonde · c4 vit bonde · a2 vit bonde · b2 vit bonde · d2 vit bonde · e2 vit bonde · f2 vit bonde · g2 vit bonde · h2 vit bonde · a1 vit torn · b1 vit springare · c1 vit löpare · d1 vit drottning · e1 vit kung · f1 vit löpare · g1 vit springare · h1 vit torn | a8 svart torn · b8 svart springare · c8 svart löpare · d8 svart drottning · e8 svart kung · f8 svart löpare · g8 svart springare · h8 svart torn · a7 svart bonde · b7 svart bonde · c7 svart bonde · d7 svart bonde · f7 svart bonde · g7 svart bonde · h7 svart bonde · e5 svart bonde · c4 vit bonde · a2 vit bonde · b2 vit bonde · d2 vit bonde · e2 vit bonde · f2 vit bonde · g2 vit bonde · h2 vit bonde · a1 vit torn · b1 vit springare · c1 vit löpare · d1 vit drottning · e1 vit kung · f1 vit löpare · g1 vit springare · h1 vit torn | a8 svart torn · b8 svart springare · c8 svart löpare · d8 svart drottning · e8 svart kung · f8 svart löpare · g8 svart springare · h8 svart torn · a7 svart bonde · b7 svart bonde · c7 svart bonde · d7 svart bonde · f7 svart bonde · g7 svart bonde · h7 svart bonde · e5 svart bonde · c4 vit bonde · a2 vit bonde · b2 vit bonde · d2 vit bonde · e2 vit bonde · f2 vit bonde · g2 vit bonde · h2 vit bonde · a1 vit torn · b1 vit springare · c1 vit löpare · d1 vit drottning · e1 vit kung · f1 vit löpare · g1 vit springare · h1 vit torn | a8 svart torn · b8 svart springare · c8 svart löpare · d8 svart drottning · e8 svart kung · f8 svart löpare · g8 svart springare · h8 svart torn · a7 svart bonde · b7 svart bonde · c7 svart bonde · d7 svart bonde · f7 svart bonde · g7 svart bonde · h7 svart bonde · e5 svart bonde · c4 vit bonde · a2 vit bonde · b2 vit bonde · d2 vit bonde · e2 vit bonde · f2 vit bonde · g2 vit bonde · h2 vit bonde · a1 vit torn · b1 vit springare · c1 vit löpare · d1 vit drottning · e1 vit kung · f1 vit löpare · g1 vit springare · h1 vit torn | a8 svart torn · b8 svart springare · c8 svart löpare · d8 svart drottning · e8 svart kung · f8 svart löpare · g8 svart springare · h8 svart torn · a7 svart bonde · b7 svart bonde · c7 svart bonde · d7 svart bonde · f7 svart bonde · g7 svart bonde · h7 svart bonde · e5 svart bonde · c4 vit bonde · a2 vit bonde · b2 vit bonde · d2 vit bonde · e2 vit bonde · f2 vit bonde · g2 vit bonde · h2 vit bonde · a1 vit torn · b1 vit springare · c1 vit löpare · d1 vit drottning · e1 vit kung · f1 vit löpare · g1 vit springare · h1 vit torn | 2 |
| 1 | a8 svart torn · b8 svart springare · c8 svart löpare · d8 svart drottning · e8 svart kung · f8 svart löpare · g8 svart springare · h8 svart torn · a7 svart bonde · b7 svart bonde · c7 svart bonde · d7 svart bonde · f7 svart bonde · g7 svart bonde · h7 svart bonde · e5 svart bonde · c4 vit bonde · a2 vit bonde · b2 vit bonde · d2 vit bonde · e2 vit bonde · f2 vit bonde · g2 vit bonde · h2 vit bonde · a1 vit torn · b1 vit springare · c1 vit löpare · d1 vit drottning · e1 vit kung · f1 vit löpare · g1 vit springare · h1 vit torn | a8 svart torn · b8 svart springare · c8 svart löpare · d8 svart drottning · e8 svart kung · f8 svart löpare · g8 svart springare · h8 svart torn · a7 svart bonde · b7 svart bonde · c7 svart bonde · d7 svart bonde · f7 svart bonde · g7 svart bonde · h7 svart bonde · e5 svart bonde · c4 vit bonde · a2 vit bonde · b2 vit bonde · d2 vit bonde · e2 vit bonde · f2 vit bonde · g2 vit bonde · h2 vit bonde · a1 vit torn · b1 vit springare · c1 vit löpare · d1 vit drottning · e1 vit kung · f1 vit löpare · g1 vit springare · h1 vit torn | a8 svart torn · b8 svart springare · c8 svart löpare · d8 svart drottning · e8 svart kung · f8 svart löpare · g8 svart springare · h8 svart torn · a7 svart bonde · b7 svart bonde · c7 svart bonde · d7 svart bonde · f7 svart bonde · g7 svart bonde · h7 svart bonde · e5 svart bonde · c4 vit bonde · a2 vit bonde · b2 vit bonde · d2 vit bonde · e2 vit bonde · f2 vit bonde · g2 vit bonde · h2 vit bonde · a1 vit torn · b1 vit springare · c1 vit löpare · d1 vit drottning · e1 vit kung · f1 vit löpare · g1 vit springare · h1 vit torn | a8 svart torn · b8 svart springare · c8 svart löpare · d8 svart drottning · e8 svart kung · f8 svart löpare · g8 svart springare · h8 svart torn · a7 svart bonde · b7 svart bonde · c7 svart bonde · d7 svart bonde · f7 svart bonde · g7 svart bonde · h7 svart bonde · e5 svart bonde · c4 vit bonde · a2 vit bonde · b2 vit bonde · d2 vit bonde · e2 vit bonde · f2 vit bonde · g2 vit bonde · h2 vit bonde · a1 vit torn · b1 vit springare · c1 vit löpare · d1 vit drottning · e1 vit kung · f1 vit löpare · g1 vit springare · h1 vit torn | a8 svart torn · b8 svart springare · c8 svart löpare · d8 svart drottning · e8 svart kung · f8 svart löpare · g8 svart springare · h8 svart torn · a7 svart bonde · b7 svart bonde · c7 svart bonde · d7 svart bonde · f7 svart bonde · g7 svart bonde · h7 svart bonde · e5 svart bonde · c4 vit bonde · a2 vit bonde · b2 vit bonde · d2 vit bonde · e2 vit bonde · f2 vit bonde · g2 vit bonde · h2 vit bonde · a1 vit torn · b1 vit springare · c1 vit löpare · d1 vit drottning · e1 vit kung · f1 vit löpare · g1 vit springare · h1 vit torn | a8 svart torn · b8 svart springare · c8 svart löpare · d8 svart drottning · e8 svart kung · f8 svart löpare · g8 svart springare · h8 svart torn · a7 svart bonde · b7 svart bonde · c7 svart bonde · d7 svart bonde · f7 svart bonde · g7 svart bonde · h7 svart bonde · e5 svart bonde · c4 vit bonde · a2 vit bonde · b2 vit bonde · d2 vit bonde · e2 vit bonde · f2 vit bonde · g2 vit bonde · h2 vit bonde · a1 vit torn · b1 vit springare · c1 vit löpare · d1 vit drottning · e1 vit kung · f1 vit löpare · g1 vit springare · h1 vit torn | a8 svart torn · b8 svart springare · c8 svart löpare · d8 svart drottning · e8 svart kung · f8 svart löpare · g8 svart springare · h8 svart torn · a7 svart bonde · b7 svart bonde · c7 svart bonde · d7 svart bonde · f7 svart bonde · g7 svart bonde · h7 svart bonde · e5 svart bonde · c4 vit bonde · a2 vit bonde · b2 vit bonde · d2 vit bonde · e2 vit bonde · f2 vit bonde · g2 vit bonde · h2 vit bonde · a1 vit torn · b1 vit springare · c1 vit löpare · d1 vit drottning · e1 vit kung · f1 vit löpare · g1 vit springare · h1 vit torn | a8 svart torn · b8 svart springare · c8 svart löpare · d8 svart drottning · e8 svart kung · f8 svart löpare · g8 svart springare · h8 svart torn · a7 svart bonde · b7 svart bonde · c7 svart bonde · d7 svart bonde · f7 svart bonde · g7 svart bonde · h7 svart bonde · e5 svart bonde · c4 vit bonde · a2 vit bonde · b2 vit bonde · d2 vit bonde · e2 vit bonde · f2 vit bonde · g2 vit bonde · h2 vit bonde · a1 vit torn · b1 vit springare · c1 vit löpare · d1 vit drottning · e1 vit kung · f1 vit löpare · g1 vit springare · h1 vit torn | 1 |
|   | a | b | c | d | e | f | g | h |   |

A20 Engelskt, sicilianskt i förhand
1.c4 e5
A21 Engelskt
1.c4 e5 2.Sc3
A22 Engelskt
1.c4 e5 2.Sc3 Sf6
A23 Engelskt, Bremensystemet, Keresvarianten
1.c4 e5 2.Sc3 Sf6 3.g3 c6
A24 Engelskt, Bremensystemet med ...g6
1.c4 e5 2.Sc3 Sf6 3.g3 g6
A25 Engelskt
1.c4 e5 2.Sc3 Sc6
A26 Engelskt
1.c4 e5 2.Sc3 Sc6 3.g3 g6 4.Lg2 Lg7 5.d3 d6
A27 Engelskt, trespringarsystemet
1.c4 e5 2.Sc3 Sc6 3.Sf3
A28 Engelskt fyrspringarspel
1.c4 e5 2.Sc3 Sc6 3.Sf3 Sf6
A29 Engelskt fyrspringarspel, kungsfianchetto
1.c4 e5 2.Sc3 Sc6 3.Sf3 Sf6 4.g3
|   | a | b | c | d | e | f | g | h |   |
| 8 | a8 svart torn · b8 svart springare · c8 svart löpare · d8 svart drottning · e8 svart kung · f8 svart löpare · g8 svart springare · h8 svart torn · a7 svart bonde · b7 svart bonde · d7 svart bonde · e7 svart bonde · f7 svart bonde · g7 svart bonde · h7 svart bonde · c5 svart bonde · c4 vit bonde · a2 vit bonde · b2 vit bonde · d2 vit bonde · e2 vit bonde · f2 vit bonde · g2 vit bonde · h2 vit bonde · a1 vit torn · b1 vit springare · c1 vit löpare · d1 vit drottning · e1 vit kung · f1 vit löpare · g1 vit springare · h1 vit torn | a8 svart torn · b8 svart springare · c8 svart löpare · d8 svart drottning · e8 svart kung · f8 svart löpare · g8 svart springare · h8 svart torn · a7 svart bonde · b7 svart bonde · d7 svart bonde · e7 svart bonde · f7 svart bonde · g7 svart bonde · h7 svart bonde · c5 svart bonde · c4 vit bonde · a2 vit bonde · b2 vit bonde · d2 vit bonde · e2 vit bonde · f2 vit bonde · g2 vit bonde · h2 vit bonde · a1 vit torn · b1 vit springare · c1 vit löpare · d1 vit drottning · e1 vit kung · f1 vit löpare · g1 vit springare · h1 vit torn | a8 svart torn · b8 svart springare · c8 svart löpare · d8 svart drottning · e8 svart kung · f8 svart löpare · g8 svart springare · h8 svart torn · a7 svart bonde · b7 svart bonde · d7 svart bonde · e7 svart bonde · f7 svart bonde · g7 svart bonde · h7 svart bonde · c5 svart bonde · c4 vit bonde · a2 vit bonde · b2 vit bonde · d2 vit bonde · e2 vit bonde · f2 vit bonde · g2 vit bonde · h2 vit bonde · a1 vit torn · b1 vit springare · c1 vit löpare · d1 vit drottning · e1 vit kung · f1 vit löpare · g1 vit springare · h1 vit torn | a8 svart torn · b8 svart springare · c8 svart löpare · d8 svart drottning · e8 svart kung · f8 svart löpare · g8 svart springare · h8 svart torn · a7 svart bonde · b7 svart bonde · d7 svart bonde · e7 svart bonde · f7 svart bonde · g7 svart bonde · h7 svart bonde · c5 svart bonde · c4 vit bonde · a2 vit bonde · b2 vit bonde · d2 vit bonde · e2 vit bonde · f2 vit bonde · g2 vit bonde · h2 vit bonde · a1 vit torn · b1 vit springare · c1 vit löpare · d1 vit drottning · e1 vit kung · f1 vit löpare · g1 vit springare · h1 vit torn | a8 svart torn · b8 svart springare · c8 svart löpare · d8 svart drottning · e8 svart kung · f8 svart löpare · g8 svart springare · h8 svart torn · a7 svart bonde · b7 svart bonde · d7 svart bonde · e7 svart bonde · f7 svart bonde · g7 svart bonde · h7 svart bonde · c5 svart bonde · c4 vit bonde · a2 vit bonde · b2 vit bonde · d2 vit bonde · e2 vit bonde · f2 vit bonde · g2 vit bonde · h2 vit bonde · a1 vit torn · b1 vit springare · c1 vit löpare · d1 vit drottning · e1 vit kung · f1 vit löpare · g1 vit springare · h1 vit torn | a8 svart torn · b8 svart springare · c8 svart löpare · d8 svart drottning · e8 svart kung · f8 svart löpare · g8 svart springare · h8 svart torn · a7 svart bonde · b7 svart bonde · d7 svart bonde · e7 svart bonde · f7 svart bonde · g7 svart bonde · h7 svart bonde · c5 svart bonde · c4 vit bonde · a2 vit bonde · b2 vit bonde · d2 vit bonde · e2 vit bonde · f2 vit bonde · g2 vit bonde · h2 vit bonde · a1 vit torn · b1 vit springare · c1 vit löpare · d1 vit drottning · e1 vit kung · f1 vit löpare · g1 vit springare · h1 vit torn | a8 svart torn · b8 svart springare · c8 svart löpare · d8 svart drottning · e8 svart kung · f8 svart löpare · g8 svart springare · h8 svart torn · a7 svart bonde · b7 svart bonde · d7 svart bonde · e7 svart bonde · f7 svart bonde · g7 svart bonde · h7 svart bonde · c5 svart bonde · c4 vit bonde · a2 vit bonde · b2 vit bonde · d2 vit bonde · e2 vit bonde · f2 vit bonde · g2 vit bonde · h2 vit bonde · a1 vit torn · b1 vit springare · c1 vit löpare · d1 vit drottning · e1 vit kung · f1 vit löpare · g1 vit springare · h1 vit torn | a8 svart torn · b8 svart springare · c8 svart löpare · d8 svart drottning · e8 svart kung · f8 svart löpare · g8 svart springare · h8 svart torn · a7 svart bonde · b7 svart bonde · d7 svart bonde · e7 svart bonde · f7 svart bonde · g7 svart bonde · h7 svart bonde · c5 svart bonde · c4 vit bonde · a2 vit bonde · b2 vit bonde · d2 vit bonde · e2 vit bonde · f2 vit bonde · g2 vit bonde · h2 vit bonde · a1 vit torn · b1 vit springare · c1 vit löpare · d1 vit drottning · e1 vit kung · f1 vit löpare · g1 vit springare · h1 vit torn | 8 |
| 7 | a8 svart torn · b8 svart springare · c8 svart löpare · d8 svart drottning · e8 svart kung · f8 svart löpare · g8 svart springare · h8 svart torn · a7 svart bonde · b7 svart bonde · d7 svart bonde · e7 svart bonde · f7 svart bonde · g7 svart bonde · h7 svart bonde · c5 svart bonde · c4 vit bonde · a2 vit bonde · b2 vit bonde · d2 vit bonde · e2 vit bonde · f2 vit bonde · g2 vit bonde · h2 vit bonde · a1 vit torn · b1 vit springare · c1 vit löpare · d1 vit drottning · e1 vit kung · f1 vit löpare · g1 vit springare · h1 vit torn | a8 svart torn · b8 svart springare · c8 svart löpare · d8 svart drottning · e8 svart kung · f8 svart löpare · g8 svart springare · h8 svart torn · a7 svart bonde · b7 svart bonde · d7 svart bonde · e7 svart bonde · f7 svart bonde · g7 svart bonde · h7 svart bonde · c5 svart bonde · c4 vit bonde · a2 vit bonde · b2 vit bonde · d2 vit bonde · e2 vit bonde · f2 vit bonde · g2 vit bonde · h2 vit bonde · a1 vit torn · b1 vit springare · c1 vit löpare · d1 vit drottning · e1 vit kung · f1 vit löpare · g1 vit springare · h1 vit torn | a8 svart torn · b8 svart springare · c8 svart löpare · d8 svart drottning · e8 svart kung · f8 svart löpare · g8 svart springare · h8 svart torn · a7 svart bonde · b7 svart bonde · d7 svart bonde · e7 svart bonde · f7 svart bonde · g7 svart bonde · h7 svart bonde · c5 svart bonde · c4 vit bonde · a2 vit bonde · b2 vit bonde · d2 vit bonde · e2 vit bonde · f2 vit bonde · g2 vit bonde · h2 vit bonde · a1 vit torn · b1 vit springare · c1 vit löpare · d1 vit drottning · e1 vit kung · f1 vit löpare · g1 vit springare · h1 vit torn | a8 svart torn · b8 svart springare · c8 svart löpare · d8 svart drottning · e8 svart kung · f8 svart löpare · g8 svart springare · h8 svart torn · a7 svart bonde · b7 svart bonde · d7 svart bonde · e7 svart bonde · f7 svart bonde · g7 svart bonde · h7 svart bonde · c5 svart bonde · c4 vit bonde · a2 vit bonde · b2 vit bonde · d2 vit bonde · e2 vit bonde · f2 vit bonde · g2 vit bonde · h2 vit bonde · a1 vit torn · b1 vit springare · c1 vit löpare · d1 vit drottning · e1 vit kung · f1 vit löpare · g1 vit springare · h1 vit torn | a8 svart torn · b8 svart springare · c8 svart löpare · d8 svart drottning · e8 svart kung · f8 svart löpare · g8 svart springare · h8 svart torn · a7 svart bonde · b7 svart bonde · d7 svart bonde · e7 svart bonde · f7 svart bonde · g7 svart bonde · h7 svart bonde · c5 svart bonde · c4 vit bonde · a2 vit bonde · b2 vit bonde · d2 vit bonde · e2 vit bonde · f2 vit bonde · g2 vit bonde · h2 vit bonde · a1 vit torn · b1 vit springare · c1 vit löpare · d1 vit drottning · e1 vit kung · f1 vit löpare · g1 vit springare · h1 vit torn | a8 svart torn · b8 svart springare · c8 svart löpare · d8 svart drottning · e8 svart kung · f8 svart löpare · g8 svart springare · h8 svart torn · a7 svart bonde · b7 svart bonde · d7 svart bonde · e7 svart bonde · f7 svart bonde · g7 svart bonde · h7 svart bonde · c5 svart bonde · c4 vit bonde · a2 vit bonde · b2 vit bonde · d2 vit bonde · e2 vit bonde · f2 vit bonde · g2 vit bonde · h2 vit bonde · a1 vit torn · b1 vit springare · c1 vit löpare · d1 vit drottning · e1 vit kung · f1 vit löpare · g1 vit springare · h1 vit torn | a8 svart torn · b8 svart springare · c8 svart löpare · d8 svart drottning · e8 svart kung · f8 svart löpare · g8 svart springare · h8 svart torn · a7 svart bonde · b7 svart bonde · d7 svart bonde · e7 svart bonde · f7 svart bonde · g7 svart bonde · h7 svart bonde · c5 svart bonde · c4 vit bonde · a2 vit bonde · b2 vit bonde · d2 vit bonde · e2 vit bonde · f2 vit bonde · g2 vit bonde · h2 vit bonde · a1 vit torn · b1 vit springare · c1 vit löpare · d1 vit drottning · e1 vit kung · f1 vit löpare · g1 vit springare · h1 vit torn | a8 svart torn · b8 svart springare · c8 svart löpare · d8 svart drottning · e8 svart kung · f8 svart löpare · g8 svart springare · h8 svart torn · a7 svart bonde · b7 svart bonde · d7 svart bonde · e7 svart bonde · f7 svart bonde · g7 svart bonde · h7 svart bonde · c5 svart bonde · c4 vit bonde · a2 vit bonde · b2 vit bonde · d2 vit bonde · e2 vit bonde · f2 vit bonde · g2 vit bonde · h2 vit bonde · a1 vit torn · b1 vit springare · c1 vit löpare · d1 vit drottning · e1 vit kung · f1 vit löpare · g1 vit springare · h1 vit torn | 7 |
| 6 | a8 svart torn · b8 svart springare · c8 svart löpare · d8 svart drottning · e8 svart kung · f8 svart löpare · g8 svart springare · h8 svart torn · a7 svart bonde · b7 svart bonde · d7 svart bonde · e7 svart bonde · f7 svart bonde · g7 svart bonde · h7 svart bonde · c5 svart bonde · c4 vit bonde · a2 vit bonde · b2 vit bonde · d2 vit bonde · e2 vit bonde · f2 vit bonde · g2 vit bonde · h2 vit bonde · a1 vit torn · b1 vit springare · c1 vit löpare · d1 vit drottning · e1 vit kung · f1 vit löpare · g1 vit springare · h1 vit torn | a8 svart torn · b8 svart springare · c8 svart löpare · d8 svart drottning · e8 svart kung · f8 svart löpare · g8 svart springare · h8 svart torn · a7 svart bonde · b7 svart bonde · d7 svart bonde · e7 svart bonde · f7 svart bonde · g7 svart bonde · h7 svart bonde · c5 svart bonde · c4 vit bonde · a2 vit bonde · b2 vit bonde · d2 vit bonde · e2 vit bonde · f2 vit bonde · g2 vit bonde · h2 vit bonde · a1 vit torn · b1 vit springare · c1 vit löpare · d1 vit drottning · e1 vit kung · f1 vit löpare · g1 vit springare · h1 vit torn | a8 svart torn · b8 svart springare · c8 svart löpare · d8 svart drottning · e8 svart kung · f8 svart löpare · g8 svart springare · h8 svart torn · a7 svart bonde · b7 svart bonde · d7 svart bonde · e7 svart bonde · f7 svart bonde · g7 svart bonde · h7 svart bonde · c5 svart bonde · c4 vit bonde · a2 vit bonde · b2 vit bonde · d2 vit bonde · e2 vit bonde · f2 vit bonde · g2 vit bonde · h2 vit bonde · a1 vit torn · b1 vit springare · c1 vit löpare · d1 vit drottning · e1 vit kung · f1 vit löpare · g1 vit springare · h1 vit torn | a8 svart torn · b8 svart springare · c8 svart löpare · d8 svart drottning · e8 svart kung · f8 svart löpare · g8 svart springare · h8 svart torn · a7 svart bonde · b7 svart bonde · d7 svart bonde · e7 svart bonde · f7 svart bonde · g7 svart bonde · h7 svart bonde · c5 svart bonde · c4 vit bonde · a2 vit bonde · b2 vit bonde · d2 vit bonde · e2 vit bonde · f2 vit bonde · g2 vit bonde · h2 vit bonde · a1 vit torn · b1 vit springare · c1 vit löpare · d1 vit drottning · e1 vit kung · f1 vit löpare · g1 vit springare · h1 vit torn | a8 svart torn · b8 svart springare · c8 svart löpare · d8 svart drottning · e8 svart kung · f8 svart löpare · g8 svart springare · h8 svart torn · a7 svart bonde · b7 svart bonde · d7 svart bonde · e7 svart bonde · f7 svart bonde · g7 svart bonde · h7 svart bonde · c5 svart bonde · c4 vit bonde · a2 vit bonde · b2 vit bonde · d2 vit bonde · e2 vit bonde · f2 vit bonde · g2 vit bonde · h2 vit bonde · a1 vit torn · b1 vit springare · c1 vit löpare · d1 vit drottning · e1 vit kung · f1 vit löpare · g1 vit springare · h1 vit torn | a8 svart torn · b8 svart springare · c8 svart löpare · d8 svart drottning · e8 svart kung · f8 svart löpare · g8 svart springare · h8 svart torn · a7 svart bonde · b7 svart bonde · d7 svart bonde · e7 svart bonde · f7 svart bonde · g7 svart bonde · h7 svart bonde · c5 svart bonde · c4 vit bonde · a2 vit bonde · b2 vit bonde · d2 vit bonde · e2 vit bonde · f2 vit bonde · g2 vit bonde · h2 vit bonde · a1 vit torn · b1 vit springare · c1 vit löpare · d1 vit drottning · e1 vit kung · f1 vit löpare · g1 vit springare · h1 vit torn | a8 svart torn · b8 svart springare · c8 svart löpare · d8 svart drottning · e8 svart kung · f8 svart löpare · g8 svart springare · h8 svart torn · a7 svart bonde · b7 svart bonde · d7 svart bonde · e7 svart bonde · f7 svart bonde · g7 svart bonde · h7 svart bonde · c5 svart bonde · c4 vit bonde · a2 vit bonde · b2 vit bonde · d2 vit bonde · e2 vit bonde · f2 vit bonde · g2 vit bonde · h2 vit bonde · a1 vit torn · b1 vit springare · c1 vit löpare · d1 vit drottning · e1 vit kung · f1 vit löpare · g1 vit springare · h1 vit torn | a8 svart torn · b8 svart springare · c8 svart löpare · d8 svart drottning · e8 svart kung · f8 svart löpare · g8 svart springare · h8 svart torn · a7 svart bonde · b7 svart bonde · d7 svart bonde · e7 svart bonde · f7 svart bonde · g7 svart bonde · h7 svart bonde · c5 svart bonde · c4 vit bonde · a2 vit bonde · b2 vit bonde · d2 vit bonde · e2 vit bonde · f2 vit bonde · g2 vit bonde · h2 vit bonde · a1 vit torn · b1 vit springare · c1 vit löpare · d1 vit drottning · e1 vit kung · f1 vit löpare · g1 vit springare · h1 vit torn | 6 |
| 5 | a8 svart torn · b8 svart springare · c8 svart löpare · d8 svart drottning · e8 svart kung · f8 svart löpare · g8 svart springare · h8 svart torn · a7 svart bonde · b7 svart bonde · d7 svart bonde · e7 svart bonde · f7 svart bonde · g7 svart bonde · h7 svart bonde · c5 svart bonde · c4 vit bonde · a2 vit bonde · b2 vit bonde · d2 vit bonde · e2 vit bonde · f2 vit bonde · g2 vit bonde · h2 vit bonde · a1 vit torn · b1 vit springare · c1 vit löpare · d1 vit drottning · e1 vit kung · f1 vit löpare · g1 vit springare · h1 vit torn | a8 svart torn · b8 svart springare · c8 svart löpare · d8 svart drottning · e8 svart kung · f8 svart löpare · g8 svart springare · h8 svart torn · a7 svart bonde · b7 svart bonde · d7 svart bonde · e7 svart bonde · f7 svart bonde · g7 svart bonde · h7 svart bonde · c5 svart bonde · c4 vit bonde · a2 vit bonde · b2 vit bonde · d2 vit bonde · e2 vit bonde · f2 vit bonde · g2 vit bonde · h2 vit bonde · a1 vit torn · b1 vit springare · c1 vit löpare · d1 vit drottning · e1 vit kung · f1 vit löpare · g1 vit springare · h1 vit torn | a8 svart torn · b8 svart springare · c8 svart löpare · d8 svart drottning · e8 svart kung · f8 svart löpare · g8 svart springare · h8 svart torn · a7 svart bonde · b7 svart bonde · d7 svart bonde · e7 svart bonde · f7 svart bonde · g7 svart bonde · h7 svart bonde · c5 svart bonde · c4 vit bonde · a2 vit bonde · b2 vit bonde · d2 vit bonde · e2 vit bonde · f2 vit bonde · g2 vit bonde · h2 vit bonde · a1 vit torn · b1 vit springare · c1 vit löpare · d1 vit drottning · e1 vit kung · f1 vit löpare · g1 vit springare · h1 vit torn | a8 svart torn · b8 svart springare · c8 svart löpare · d8 svart drottning · e8 svart kung · f8 svart löpare · g8 svart springare · h8 svart torn · a7 svart bonde · b7 svart bonde · d7 svart bonde · e7 svart bonde · f7 svart bonde · g7 svart bonde · h7 svart bonde · c5 svart bonde · c4 vit bonde · a2 vit bonde · b2 vit bonde · d2 vit bonde · e2 vit bonde · f2 vit bonde · g2 vit bonde · h2 vit bonde · a1 vit torn · b1 vit springare · c1 vit löpare · d1 vit drottning · e1 vit kung · f1 vit löpare · g1 vit springare · h1 vit torn | a8 svart torn · b8 svart springare · c8 svart löpare · d8 svart drottning · e8 svart kung · f8 svart löpare · g8 svart springare · h8 svart torn · a7 svart bonde · b7 svart bonde · d7 svart bonde · e7 svart bonde · f7 svart bonde · g7 svart bonde · h7 svart bonde · c5 svart bonde · c4 vit bonde · a2 vit bonde · b2 vit bonde · d2 vit bonde · e2 vit bonde · f2 vit bonde · g2 vit bonde · h2 vit bonde · a1 vit torn · b1 vit springare · c1 vit löpare · d1 vit drottning · e1 vit kung · f1 vit löpare · g1 vit springare · h1 vit torn | a8 svart torn · b8 svart springare · c8 svart löpare · d8 svart drottning · e8 svart kung · f8 svart löpare · g8 svart springare · h8 svart torn · a7 svart bonde · b7 svart bonde · d7 svart bonde · e7 svart bonde · f7 svart bonde · g7 svart bonde · h7 svart bonde · c5 svart bonde · c4 vit bonde · a2 vit bonde · b2 vit bonde · d2 vit bonde · e2 vit bonde · f2 vit bonde · g2 vit bonde · h2 vit bonde · a1 vit torn · b1 vit springare · c1 vit löpare · d1 vit drottning · e1 vit kung · f1 vit löpare · g1 vit springare · h1 vit torn | a8 svart torn · b8 svart springare · c8 svart löpare · d8 svart drottning · e8 svart kung · f8 svart löpare · g8 svart springare · h8 svart torn · a7 svart bonde · b7 svart bonde · d7 svart bonde · e7 svart bonde · f7 svart bonde · g7 svart bonde · h7 svart bonde · c5 svart bonde · c4 vit bonde · a2 vit bonde · b2 vit bonde · d2 vit bonde · e2 vit bonde · f2 vit bonde · g2 vit bonde · h2 vit bonde · a1 vit torn · b1 vit springare · c1 vit löpare · d1 vit drottning · e1 vit kung · f1 vit löpare · g1 vit springare · h1 vit torn | a8 svart torn · b8 svart springare · c8 svart löpare · d8 svart drottning · e8 svart kung · f8 svart löpare · g8 svart springare · h8 svart torn · a7 svart bonde · b7 svart bonde · d7 svart bonde · e7 svart bonde · f7 svart bonde · g7 svart bonde · h7 svart bonde · c5 svart bonde · c4 vit bonde · a2 vit bonde · b2 vit bonde · d2 vit bonde · e2 vit bonde · f2 vit bonde · g2 vit bonde · h2 vit bonde · a1 vit torn · b1 vit springare · c1 vit löpare · d1 vit drottning · e1 vit kung · f1 vit löpare · g1 vit springare · h1 vit torn | 5 |
| 4 | a8 svart torn · b8 svart springare · c8 svart löpare · d8 svart drottning · e8 svart kung · f8 svart löpare · g8 svart springare · h8 svart torn · a7 svart bonde · b7 svart bonde · d7 svart bonde · e7 svart bonde · f7 svart bonde · g7 svart bonde · h7 svart bonde · c5 svart bonde · c4 vit bonde · a2 vit bonde · b2 vit bonde · d2 vit bonde · e2 vit bonde · f2 vit bonde · g2 vit bonde · h2 vit bonde · a1 vit torn · b1 vit springare · c1 vit löpare · d1 vit drottning · e1 vit kung · f1 vit löpare · g1 vit springare · h1 vit torn | a8 svart torn · b8 svart springare · c8 svart löpare · d8 svart drottning · e8 svart kung · f8 svart löpare · g8 svart springare · h8 svart torn · a7 svart bonde · b7 svart bonde · d7 svart bonde · e7 svart bonde · f7 svart bonde · g7 svart bonde · h7 svart bonde · c5 svart bonde · c4 vit bonde · a2 vit bonde · b2 vit bonde · d2 vit bonde · e2 vit bonde · f2 vit bonde · g2 vit bonde · h2 vit bonde · a1 vit torn · b1 vit springare · c1 vit löpare · d1 vit drottning · e1 vit kung · f1 vit löpare · g1 vit springare · h1 vit torn | a8 svart torn · b8 svart springare · c8 svart löpare · d8 svart drottning · e8 svart kung · f8 svart löpare · g8 svart springare · h8 svart torn · a7 svart bonde · b7 svart bonde · d7 svart bonde · e7 svart bonde · f7 svart bonde · g7 svart bonde · h7 svart bonde · c5 svart bonde · c4 vit bonde · a2 vit bonde · b2 vit bonde · d2 vit bonde · e2 vit bonde · f2 vit bonde · g2 vit bonde · h2 vit bonde · a1 vit torn · b1 vit springare · c1 vit löpare · d1 vit drottning · e1 vit kung · f1 vit löpare · g1 vit springare · h1 vit torn | a8 svart torn · b8 svart springare · c8 svart löpare · d8 svart drottning · e8 svart kung · f8 svart löpare · g8 svart springare · h8 svart torn · a7 svart bonde · b7 svart bonde · d7 svart bonde · e7 svart bonde · f7 svart bonde · g7 svart bonde · h7 svart bonde · c5 svart bonde · c4 vit bonde · a2 vit bonde · b2 vit bonde · d2 vit bonde · e2 vit bonde · f2 vit bonde · g2 vit bonde · h2 vit bonde · a1 vit torn · b1 vit springare · c1 vit löpare · d1 vit drottning · e1 vit kung · f1 vit löpare · g1 vit springare · h1 vit torn | a8 svart torn · b8 svart springare · c8 svart löpare · d8 svart drottning · e8 svart kung · f8 svart löpare · g8 svart springare · h8 svart torn · a7 svart bonde · b7 svart bonde · d7 svart bonde · e7 svart bonde · f7 svart bonde · g7 svart bonde · h7 svart bonde · c5 svart bonde · c4 vit bonde · a2 vit bonde · b2 vit bonde · d2 vit bonde · e2 vit bonde · f2 vit bonde · g2 vit bonde · h2 vit bonde · a1 vit torn · b1 vit springare · c1 vit löpare · d1 vit drottning · e1 vit kung · f1 vit löpare · g1 vit springare · h1 vit torn | a8 svart torn · b8 svart springare · c8 svart löpare · d8 svart drottning · e8 svart kung · f8 svart löpare · g8 svart springare · h8 svart torn · a7 svart bonde · b7 svart bonde · d7 svart bonde · e7 svart bonde · f7 svart bonde · g7 svart bonde · h7 svart bonde · c5 svart bonde · c4 vit bonde · a2 vit bonde · b2 vit bonde · d2 vit bonde · e2 vit bonde · f2 vit bonde · g2 vit bonde · h2 vit bonde · a1 vit torn · b1 vit springare · c1 vit löpare · d1 vit drottning · e1 vit kung · f1 vit löpare · g1 vit springare · h1 vit torn | a8 svart torn · b8 svart springare · c8 svart löpare · d8 svart drottning · e8 svart kung · f8 svart löpare · g8 svart springare · h8 svart torn · a7 svart bonde · b7 svart bonde · d7 svart bonde · e7 svart bonde · f7 svart bonde · g7 svart bonde · h7 svart bonde · c5 svart bonde · c4 vit bonde · a2 vit bonde · b2 vit bonde · d2 vit bonde · e2 vit bonde · f2 vit bonde · g2 vit bonde · h2 vit bonde · a1 vit torn · b1 vit springare · c1 vit löpare · d1 vit drottning · e1 vit kung · f1 vit löpare · g1 vit springare · h1 vit torn | a8 svart torn · b8 svart springare · c8 svart löpare · d8 svart drottning · e8 svart kung · f8 svart löpare · g8 svart springare · h8 svart torn · a7 svart bonde · b7 svart bonde · d7 svart bonde · e7 svart bonde · f7 svart bonde · g7 svart bonde · h7 svart bonde · c5 svart bonde · c4 vit bonde · a2 vit bonde · b2 vit bonde · d2 vit bonde · e2 vit bonde · f2 vit bonde · g2 vit bonde · h2 vit bonde · a1 vit torn · b1 vit springare · c1 vit löpare · d1 vit drottning · e1 vit kung · f1 vit löpare · g1 vit springare · h1 vit torn | 4 |
| 3 | a8 svart torn · b8 svart springare · c8 svart löpare · d8 svart drottning · e8 svart kung · f8 svart löpare · g8 svart springare · h8 svart torn · a7 svart bonde · b7 svart bonde · d7 svart bonde · e7 svart bonde · f7 svart bonde · g7 svart bonde · h7 svart bonde · c5 svart bonde · c4 vit bonde · a2 vit bonde · b2 vit bonde · d2 vit bonde · e2 vit bonde · f2 vit bonde · g2 vit bonde · h2 vit bonde · a1 vit torn · b1 vit springare · c1 vit löpare · d1 vit drottning · e1 vit kung · f1 vit löpare · g1 vit springare · h1 vit torn | a8 svart torn · b8 svart springare · c8 svart löpare · d8 svart drottning · e8 svart kung · f8 svart löpare · g8 svart springare · h8 svart torn · a7 svart bonde · b7 svart bonde · d7 svart bonde · e7 svart bonde · f7 svart bonde · g7 svart bonde · h7 svart bonde · c5 svart bonde · c4 vit bonde · a2 vit bonde · b2 vit bonde · d2 vit bonde · e2 vit bonde · f2 vit bonde · g2 vit bonde · h2 vit bonde · a1 vit torn · b1 vit springare · c1 vit löpare · d1 vit drottning · e1 vit kung · f1 vit löpare · g1 vit springare · h1 vit torn | a8 svart torn · b8 svart springare · c8 svart löpare · d8 svart drottning · e8 svart kung · f8 svart löpare · g8 svart springare · h8 svart torn · a7 svart bonde · b7 svart bonde · d7 svart bonde · e7 svart bonde · f7 svart bonde · g7 svart bonde · h7 svart bonde · c5 svart bonde · c4 vit bonde · a2 vit bonde · b2 vit bonde · d2 vit bonde · e2 vit bonde · f2 vit bonde · g2 vit bonde · h2 vit bonde · a1 vit torn · b1 vit springare · c1 vit löpare · d1 vit drottning · e1 vit kung · f1 vit löpare · g1 vit springare · h1 vit torn | a8 svart torn · b8 svart springare · c8 svart löpare · d8 svart drottning · e8 svart kung · f8 svart löpare · g8 svart springare · h8 svart torn · a7 svart bonde · b7 svart bonde · d7 svart bonde · e7 svart bonde · f7 svart bonde · g7 svart bonde · h7 svart bonde · c5 svart bonde · c4 vit bonde · a2 vit bonde · b2 vit bonde · d2 vit bonde · e2 vit bonde · f2 vit bonde · g2 vit bonde · h2 vit bonde · a1 vit torn · b1 vit springare · c1 vit löpare · d1 vit drottning · e1 vit kung · f1 vit löpare · g1 vit springare · h1 vit torn | a8 svart torn · b8 svart springare · c8 svart löpare · d8 svart drottning · e8 svart kung · f8 svart löpare · g8 svart springare · h8 svart torn · a7 svart bonde · b7 svart bonde · d7 svart bonde · e7 svart bonde · f7 svart bonde · g7 svart bonde · h7 svart bonde · c5 svart bonde · c4 vit bonde · a2 vit bonde · b2 vit bonde · d2 vit bonde · e2 vit bonde · f2 vit bonde · g2 vit bonde · h2 vit bonde · a1 vit torn · b1 vit springare · c1 vit löpare · d1 vit drottning · e1 vit kung · f1 vit löpare · g1 vit springare · h1 vit torn | a8 svart torn · b8 svart springare · c8 svart löpare · d8 svart drottning · e8 svart kung · f8 svart löpare · g8 svart springare · h8 svart torn · a7 svart bonde · b7 svart bonde · d7 svart bonde · e7 svart bonde · f7 svart bonde · g7 svart bonde · h7 svart bonde · c5 svart bonde · c4 vit bonde · a2 vit bonde · b2 vit bonde · d2 vit bonde · e2 vit bonde · f2 vit bonde · g2 vit bonde · h2 vit bonde · a1 vit torn · b1 vit springare · c1 vit löpare · d1 vit drottning · e1 vit kung · f1 vit löpare · g1 vit springare · h1 vit torn | a8 svart torn · b8 svart springare · c8 svart löpare · d8 svart drottning · e8 svart kung · f8 svart löpare · g8 svart springare · h8 svart torn · a7 svart bonde · b7 svart bonde · d7 svart bonde · e7 svart bonde · f7 svart bonde · g7 svart bonde · h7 svart bonde · c5 svart bonde · c4 vit bonde · a2 vit bonde · b2 vit bonde · d2 vit bonde · e2 vit bonde · f2 vit bonde · g2 vit bonde · h2 vit bonde · a1 vit torn · b1 vit springare · c1 vit löpare · d1 vit drottning · e1 vit kung · f1 vit löpare · g1 vit springare · h1 vit torn | a8 svart torn · b8 svart springare · c8 svart löpare · d8 svart drottning · e8 svart kung · f8 svart löpare · g8 svart springare · h8 svart torn · a7 svart bonde · b7 svart bonde · d7 svart bonde · e7 svart bonde · f7 svart bonde · g7 svart bonde · h7 svart bonde · c5 svart bonde · c4 vit bonde · a2 vit bonde · b2 vit bonde · d2 vit bonde · e2 vit bonde · f2 vit bonde · g2 vit bonde · h2 vit bonde · a1 vit torn · b1 vit springare · c1 vit löpare · d1 vit drottning · e1 vit kung · f1 vit löpare · g1 vit springare · h1 vit torn | 3 |
| 2 | a8 svart torn · b8 svart springare · c8 svart löpare · d8 svart drottning · e8 svart kung · f8 svart löpare · g8 svart springare · h8 svart torn · a7 svart bonde · b7 svart bonde · d7 svart bonde · e7 svart bonde · f7 svart bonde · g7 svart bonde · h7 svart bonde · c5 svart bonde · c4 vit bonde · a2 vit bonde · b2 vit bonde · d2 vit bonde · e2 vit bonde · f2 vit bonde · g2 vit bonde · h2 vit bonde · a1 vit torn · b1 vit springare · c1 vit löpare · d1 vit drottning · e1 vit kung · f1 vit löpare · g1 vit springare · h1 vit torn | a8 svart torn · b8 svart springare · c8 svart löpare · d8 svart drottning · e8 svart kung · f8 svart löpare · g8 svart springare · h8 svart torn · a7 svart bonde · b7 svart bonde · d7 svart bonde · e7 svart bonde · f7 svart bonde · g7 svart bonde · h7 svart bonde · c5 svart bonde · c4 vit bonde · a2 vit bonde · b2 vit bonde · d2 vit bonde · e2 vit bonde · f2 vit bonde · g2 vit bonde · h2 vit bonde · a1 vit torn · b1 vit springare · c1 vit löpare · d1 vit drottning · e1 vit kung · f1 vit löpare · g1 vit springare · h1 vit torn | a8 svart torn · b8 svart springare · c8 svart löpare · d8 svart drottning · e8 svart kung · f8 svart löpare · g8 svart springare · h8 svart torn · a7 svart bonde · b7 svart bonde · d7 svart bonde · e7 svart bonde · f7 svart bonde · g7 svart bonde · h7 svart bonde · c5 svart bonde · c4 vit bonde · a2 vit bonde · b2 vit bonde · d2 vit bonde · e2 vit bonde · f2 vit bonde · g2 vit bonde · h2 vit bonde · a1 vit torn · b1 vit springare · c1 vit löpare · d1 vit drottning · e1 vit kung · f1 vit löpare · g1 vit springare · h1 vit torn | a8 svart torn · b8 svart springare · c8 svart löpare · d8 svart drottning · e8 svart kung · f8 svart löpare · g8 svart springare · h8 svart torn · a7 svart bonde · b7 svart bonde · d7 svart bonde · e7 svart bonde · f7 svart bonde · g7 svart bonde · h7 svart bonde · c5 svart bonde · c4 vit bonde · a2 vit bonde · b2 vit bonde · d2 vit bonde · e2 vit bonde · f2 vit bonde · g2 vit bonde · h2 vit bonde · a1 vit torn · b1 vit springare · c1 vit löpare · d1 vit drottning · e1 vit kung · f1 vit löpare · g1 vit springare · h1 vit torn | a8 svart torn · b8 svart springare · c8 svart löpare · d8 svart drottning · e8 svart kung · f8 svart löpare · g8 svart springare · h8 svart torn · a7 svart bonde · b7 svart bonde · d7 svart bonde · e7 svart bonde · f7 svart bonde · g7 svart bonde · h7 svart bonde · c5 svart bonde · c4 vit bonde · a2 vit bonde · b2 vit bonde · d2 vit bonde · e2 vit bonde · f2 vit bonde · g2 vit bonde · h2 vit bonde · a1 vit torn · b1 vit springare · c1 vit löpare · d1 vit drottning · e1 vit kung · f1 vit löpare · g1 vit springare · h1 vit torn | a8 svart torn · b8 svart springare · c8 svart löpare · d8 svart drottning · e8 svart kung · f8 svart löpare · g8 svart springare · h8 svart torn · a7 svart bonde · b7 svart bonde · d7 svart bonde · e7 svart bonde · f7 svart bonde · g7 svart bonde · h7 svart bonde · c5 svart bonde · c4 vit bonde · a2 vit bonde · b2 vit bonde · d2 vit bonde · e2 vit bonde · f2 vit bonde · g2 vit bonde · h2 vit bonde · a1 vit torn · b1 vit springare · c1 vit löpare · d1 vit drottning · e1 vit kung · f1 vit löpare · g1 vit springare · h1 vit torn | a8 svart torn · b8 svart springare · c8 svart löpare · d8 svart drottning · e8 svart kung · f8 svart löpare · g8 svart springare · h8 svart torn · a7 svart bonde · b7 svart bonde · d7 svart bonde · e7 svart bonde · f7 svart bonde · g7 svart bonde · h7 svart bonde · c5 svart bonde · c4 vit bonde · a2 vit bonde · b2 vit bonde · d2 vit bonde · e2 vit bonde · f2 vit bonde · g2 vit bonde · h2 vit bonde · a1 vit torn · b1 vit springare · c1 vit löpare · d1 vit drottning · e1 vit kung · f1 vit löpare · g1 vit springare · h1 vit torn | a8 svart torn · b8 svart springare · c8 svart löpare · d8 svart drottning · e8 svart kung · f8 svart löpare · g8 svart springare · h8 svart torn · a7 svart bonde · b7 svart bonde · d7 svart bonde · e7 svart bonde · f7 svart bonde · g7 svart bonde · h7 svart bonde · c5 svart bonde · c4 vit bonde · a2 vit bonde · b2 vit bonde · d2 vit bonde · e2 vit bonde · f2 vit bonde · g2 vit bonde · h2 vit bonde · a1 vit torn · b1 vit springare · c1 vit löpare · d1 vit drottning · e1 vit kung · f1 vit löpare · g1 vit springare · h1 vit torn | 2 |
| 1 | a8 svart torn · b8 svart springare · c8 svart löpare · d8 svart drottning · e8 svart kung · f8 svart löpare · g8 svart springare · h8 svart torn · a7 svart bonde · b7 svart bonde · d7 svart bonde · e7 svart bonde · f7 svart bonde · g7 svart bonde · h7 svart bonde · c5 svart bonde · c4 vit bonde · a2 vit bonde · b2 vit bonde · d2 vit bonde · e2 vit bonde · f2 vit bonde · g2 vit bonde · h2 vit bonde · a1 vit torn · b1 vit springare · c1 vit löpare · d1 vit drottning · e1 vit kung · f1 vit löpare · g1 vit springare · h1 vit torn | a8 svart torn · b8 svart springare · c8 svart löpare · d8 svart drottning · e8 svart kung · f8 svart löpare · g8 svart springare · h8 svart torn · a7 svart bonde · b7 svart bonde · d7 svart bonde · e7 svart bonde · f7 svart bonde · g7 svart bonde · h7 svart bonde · c5 svart bonde · c4 vit bonde · a2 vit bonde · b2 vit bonde · d2 vit bonde · e2 vit bonde · f2 vit bonde · g2 vit bonde · h2 vit bonde · a1 vit torn · b1 vit springare · c1 vit löpare · d1 vit drottning · e1 vit kung · f1 vit löpare · g1 vit springare · h1 vit torn | a8 svart torn · b8 svart springare · c8 svart löpare · d8 svart drottning · e8 svart kung · f8 svart löpare · g8 svart springare · h8 svart torn · a7 svart bonde · b7 svart bonde · d7 svart bonde · e7 svart bonde · f7 svart bonde · g7 svart bonde · h7 svart bonde · c5 svart bonde · c4 vit bonde · a2 vit bonde · b2 vit bonde · d2 vit bonde · e2 vit bonde · f2 vit bonde · g2 vit bonde · h2 vit bonde · a1 vit torn · b1 vit springare · c1 vit löpare · d1 vit drottning · e1 vit kung · f1 vit löpare · g1 vit springare · h1 vit torn | a8 svart torn · b8 svart springare · c8 svart löpare · d8 svart drottning · e8 svart kung · f8 svart löpare · g8 svart springare · h8 svart torn · a7 svart bonde · b7 svart bonde · d7 svart bonde · e7 svart bonde · f7 svart bonde · g7 svart bonde · h7 svart bonde · c5 svart bonde · c4 vit bonde · a2 vit bonde · b2 vit bonde · d2 vit bonde · e2 vit bonde · f2 vit bonde · g2 vit bonde · h2 vit bonde · a1 vit torn · b1 vit springare · c1 vit löpare · d1 vit drottning · e1 vit kung · f1 vit löpare · g1 vit springare · h1 vit torn | a8 svart torn · b8 svart springare · c8 svart löpare · d8 svart drottning · e8 svart kung · f8 svart löpare · g8 svart springare · h8 svart torn · a7 svart bonde · b7 svart bonde · d7 svart bonde · e7 svart bonde · f7 svart bonde · g7 svart bonde · h7 svart bonde · c5 svart bonde · c4 vit bonde · a2 vit bonde · b2 vit bonde · d2 vit bonde · e2 vit bonde · f2 vit bonde · g2 vit bonde · h2 vit bonde · a1 vit torn · b1 vit springare · c1 vit löpare · d1 vit drottning · e1 vit kung · f1 vit löpare · g1 vit springare · h1 vit torn | a8 svart torn · b8 svart springare · c8 svart löpare · d8 svart drottning · e8 svart kung · f8 svart löpare · g8 svart springare · h8 svart torn · a7 svart bonde · b7 svart bonde · d7 svart bonde · e7 svart bonde · f7 svart bonde · g7 svart bonde · h7 svart bonde · c5 svart bonde · c4 vit bonde · a2 vit bonde · b2 vit bonde · d2 vit bonde · e2 vit bonde · f2 vit bonde · g2 vit bonde · h2 vit bonde · a1 vit torn · b1 vit springare · c1 vit löpare · d1 vit drottning · e1 vit kung · f1 vit löpare · g1 vit springare · h1 vit torn | a8 svart torn · b8 svart springare · c8 svart löpare · d8 svart drottning · e8 svart kung · f8 svart löpare · g8 svart springare · h8 svart torn · a7 svart bonde · b7 svart bonde · d7 svart bonde · e7 svart bonde · f7 svart bonde · g7 svart bonde · h7 svart bonde · c5 svart bonde · c4 vit bonde · a2 vit bonde · b2 vit bonde · d2 vit bonde · e2 vit bonde · f2 vit bonde · g2 vit bonde · h2 vit bonde · a1 vit torn · b1 vit springare · c1 vit löpare · d1 vit drottning · e1 vit kung · f1 vit löpare · g1 vit springare · h1 vit torn | a8 svart torn · b8 svart springare · c8 svart löpare · d8 svart drottning · e8 svart kung · f8 svart löpare · g8 svart springare · h8 svart torn · a7 svart bonde · b7 svart bonde · d7 svart bonde · e7 svart bonde · f7 svart bonde · g7 svart bonde · h7 svart bonde · c5 svart bonde · c4 vit bonde · a2 vit bonde · b2 vit bonde · d2 vit bonde · e2 vit bonde · f2 vit bonde · g2 vit bonde · h2 vit bonde · a1 vit torn · b1 vit springare · c1 vit löpare · d1 vit drottning · e1 vit kung · f1 vit löpare · g1 vit springare · h1 vit torn | 1 |
|   | a | b | c | d | e | f | g | h |   |

A30 Engelskt, symmetriska försvaret
1.c4 c5
A31 Engelskt, symmetriskt, Benonisuppställning
1.c4 c5 2.Sf3 Sf6 3.d4
A32 Engelskt, symmetriskt
1.c4 c5 2.Sf3 Sf6 3.d4 cxd4 4.Sxd4 e6
A33 Engelskt, symmetriskt
1.c4 c5 2.Sf3 Sf6 3.d4 cxd4 4.Sxd4 e6 5.Sc3 Sc6
A34 Engelskt, symmetriskt
1.c4 c5 2.Sc3
A35 Engelskt, symmetriskt
1.c4 c5 2.Sc3 Sc6
A36 Engelskt, symmetriskt
1.c4 c5 2.Sc3 Sc6 3.g3
A37 Engelskt, symmetriskt
1.c4 c5 2.Sc3 Sc6 3.g3 g6 4.Lg2 Lg7 5.Sf3
A38 Engelskt, symmetriskt
1.c4 c5 2.Sc3 Sc6 3.g3 g6 4.Lg2 Lg7 5.Sf3 Sf6
A39 Engelskt, symmetriskt, huvudvarianten med d4
1.c4 c5 2.Sc3 Sc6 3.g3 g6 4.Lg2 Lg7 5.Sf3 Sf6 6.0-0 0-0 7.d4

### A40–A44: Ovanliga svar på 1.d4
|   | a | b | c | d | e | f | g | h |   |
| 8 | a8 svart torn · b8 svart springare · c8 svart löpare · d8 svart drottning · e8 svart kung · f8 svart löpare · g8 svart springare · h8 svart torn · a7 svart bonde · b7 svart bonde · c7 svart bonde · d7 svart bonde · e7 svart bonde · f7 svart bonde · g7 svart bonde · h7 svart bonde · d4 vit bonde · a2 vit bonde · b2 vit bonde · c2 vit bonde · e2 vit bonde · f2 vit bonde · g2 vit bonde · h2 vit bonde · a1 vit torn · b1 vit springare · c1 vit löpare · d1 vit drottning · e1 vit kung · f1 vit löpare · g1 vit springare · h1 vit torn | a8 svart torn · b8 svart springare · c8 svart löpare · d8 svart drottning · e8 svart kung · f8 svart löpare · g8 svart springare · h8 svart torn · a7 svart bonde · b7 svart bonde · c7 svart bonde · d7 svart bonde · e7 svart bonde · f7 svart bonde · g7 svart bonde · h7 svart bonde · d4 vit bonde · a2 vit bonde · b2 vit bonde · c2 vit bonde · e2 vit bonde · f2 vit bonde · g2 vit bonde · h2 vit bonde · a1 vit torn · b1 vit springare · c1 vit löpare · d1 vit drottning · e1 vit kung · f1 vit löpare · g1 vit springare · h1 vit torn | a8 svart torn · b8 svart springare · c8 svart löpare · d8 svart drottning · e8 svart kung · f8 svart löpare · g8 svart springare · h8 svart torn · a7 svart bonde · b7 svart bonde · c7 svart bonde · d7 svart bonde · e7 svart bonde · f7 svart bonde · g7 svart bonde · h7 svart bonde · d4 vit bonde · a2 vit bonde · b2 vit bonde · c2 vit bonde · e2 vit bonde · f2 vit bonde · g2 vit bonde · h2 vit bonde · a1 vit torn · b1 vit springare · c1 vit löpare · d1 vit drottning · e1 vit kung · f1 vit löpare · g1 vit springare · h1 vit torn | a8 svart torn · b8 svart springare · c8 svart löpare · d8 svart drottning · e8 svart kung · f8 svart löpare · g8 svart springare · h8 svart torn · a7 svart bonde · b7 svart bonde · c7 svart bonde · d7 svart bonde · e7 svart bonde · f7 svart bonde · g7 svart bonde · h7 svart bonde · d4 vit bonde · a2 vit bonde · b2 vit bonde · c2 vit bonde · e2 vit bonde · f2 vit bonde · g2 vit bonde · h2 vit bonde · a1 vit torn · b1 vit springare · c1 vit löpare · d1 vit drottning · e1 vit kung · f1 vit löpare · g1 vit springare · h1 vit torn | a8 svart torn · b8 svart springare · c8 svart löpare · d8 svart drottning · e8 svart kung · f8 svart löpare · g8 svart springare · h8 svart torn · a7 svart bonde · b7 svart bonde · c7 svart bonde · d7 svart bonde · e7 svart bonde · f7 svart bonde · g7 svart bonde · h7 svart bonde · d4 vit bonde · a2 vit bonde · b2 vit bonde · c2 vit bonde · e2 vit bonde · f2 vit bonde · g2 vit bonde · h2 vit bonde · a1 vit torn · b1 vit springare · c1 vit löpare · d1 vit drottning · e1 vit kung · f1 vit löpare · g1 vit springare · h1 vit torn | a8 svart torn · b8 svart springare · c8 svart löpare · d8 svart drottning · e8 svart kung · f8 svart löpare · g8 svart springare · h8 svart torn · a7 svart bonde · b7 svart bonde · c7 svart bonde · d7 svart bonde · e7 svart bonde · f7 svart bonde · g7 svart bonde · h7 svart bonde · d4 vit bonde · a2 vit bonde · b2 vit bonde · c2 vit bonde · e2 vit bonde · f2 vit bonde · g2 vit bonde · h2 vit bonde · a1 vit torn · b1 vit springare · c1 vit löpare · d1 vit drottning · e1 vit kung · f1 vit löpare · g1 vit springare · h1 vit torn | a8 svart torn · b8 svart springare · c8 svart löpare · d8 svart drottning · e8 svart kung · f8 svart löpare · g8 svart springare · h8 svart torn · a7 svart bonde · b7 svart bonde · c7 svart bonde · d7 svart bonde · e7 svart bonde · f7 svart bonde · g7 svart bonde · h7 svart bonde · d4 vit bonde · a2 vit bonde · b2 vit bonde · c2 vit bonde · e2 vit bonde · f2 vit bonde · g2 vit bonde · h2 vit bonde · a1 vit torn · b1 vit springare · c1 vit löpare · d1 vit drottning · e1 vit kung · f1 vit löpare · g1 vit springare · h1 vit torn | a8 svart torn · b8 svart springare · c8 svart löpare · d8 svart drottning · e8 svart kung · f8 svart löpare · g8 svart springare · h8 svart torn · a7 svart bonde · b7 svart bonde · c7 svart bonde · d7 svart bonde · e7 svart bonde · f7 svart bonde · g7 svart bonde · h7 svart bonde · d4 vit bonde · a2 vit bonde · b2 vit bonde · c2 vit bonde · e2 vit bonde · f2 vit bonde · g2 vit bonde · h2 vit bonde · a1 vit torn · b1 vit springare · c1 vit löpare · d1 vit drottning · e1 vit kung · f1 vit löpare · g1 vit springare · h1 vit torn | 8 |
| 7 | a8 svart torn · b8 svart springare · c8 svart löpare · d8 svart drottning · e8 svart kung · f8 svart löpare · g8 svart springare · h8 svart torn · a7 svart bonde · b7 svart bonde · c7 svart bonde · d7 svart bonde · e7 svart bonde · f7 svart bonde · g7 svart bonde · h7 svart bonde · d4 vit bonde · a2 vit bonde · b2 vit bonde · c2 vit bonde · e2 vit bonde · f2 vit bonde · g2 vit bonde · h2 vit bonde · a1 vit torn · b1 vit springare · c1 vit löpare · d1 vit drottning · e1 vit kung · f1 vit löpare · g1 vit springare · h1 vit torn | a8 svart torn · b8 svart springare · c8 svart löpare · d8 svart drottning · e8 svart kung · f8 svart löpare · g8 svart springare · h8 svart torn · a7 svart bonde · b7 svart bonde · c7 svart bonde · d7 svart bonde · e7 svart bonde · f7 svart bonde · g7 svart bonde · h7 svart bonde · d4 vit bonde · a2 vit bonde · b2 vit bonde · c2 vit bonde · e2 vit bonde · f2 vit bonde · g2 vit bonde · h2 vit bonde · a1 vit torn · b1 vit springare · c1 vit löpare · d1 vit drottning · e1 vit kung · f1 vit löpare · g1 vit springare · h1 vit torn | a8 svart torn · b8 svart springare · c8 svart löpare · d8 svart drottning · e8 svart kung · f8 svart löpare · g8 svart springare · h8 svart torn · a7 svart bonde · b7 svart bonde · c7 svart bonde · d7 svart bonde · e7 svart bonde · f7 svart bonde · g7 svart bonde · h7 svart bonde · d4 vit bonde · a2 vit bonde · b2 vit bonde · c2 vit bonde · e2 vit bonde · f2 vit bonde · g2 vit bonde · h2 vit bonde · a1 vit torn · b1 vit springare · c1 vit löpare · d1 vit drottning · e1 vit kung · f1 vit löpare · g1 vit springare · h1 vit torn | a8 svart torn · b8 svart springare · c8 svart löpare · d8 svart drottning · e8 svart kung · f8 svart löpare · g8 svart springare · h8 svart torn · a7 svart bonde · b7 svart bonde · c7 svart bonde · d7 svart bonde · e7 svart bonde · f7 svart bonde · g7 svart bonde · h7 svart bonde · d4 vit bonde · a2 vit bonde · b2 vit bonde · c2 vit bonde · e2 vit bonde · f2 vit bonde · g2 vit bonde · h2 vit bonde · a1 vit torn · b1 vit springare · c1 vit löpare · d1 vit drottning · e1 vit kung · f1 vit löpare · g1 vit springare · h1 vit torn | a8 svart torn · b8 svart springare · c8 svart löpare · d8 svart drottning · e8 svart kung · f8 svart löpare · g8 svart springare · h8 svart torn · a7 svart bonde · b7 svart bonde · c7 svart bonde · d7 svart bonde · e7 svart bonde · f7 svart bonde · g7 svart bonde · h7 svart bonde · d4 vit bonde · a2 vit bonde · b2 vit bonde · c2 vit bonde · e2 vit bonde · f2 vit bonde · g2 vit bonde · h2 vit bonde · a1 vit torn · b1 vit springare · c1 vit löpare · d1 vit drottning · e1 vit kung · f1 vit löpare · g1 vit springare · h1 vit torn | a8 svart torn · b8 svart springare · c8 svart löpare · d8 svart drottning · e8 svart kung · f8 svart löpare · g8 svart springare · h8 svart torn · a7 svart bonde · b7 svart bonde · c7 svart bonde · d7 svart bonde · e7 svart bonde · f7 svart bonde · g7 svart bonde · h7 svart bonde · d4 vit bonde · a2 vit bonde · b2 vit bonde · c2 vit bonde · e2 vit bonde · f2 vit bonde · g2 vit bonde · h2 vit bonde · a1 vit torn · b1 vit springare · c1 vit löpare · d1 vit drottning · e1 vit kung · f1 vit löpare · g1 vit springare · h1 vit torn | a8 svart torn · b8 svart springare · c8 svart löpare · d8 svart drottning · e8 svart kung · f8 svart löpare · g8 svart springare · h8 svart torn · a7 svart bonde · b7 svart bonde · c7 svart bonde · d7 svart bonde · e7 svart bonde · f7 svart bonde · g7 svart bonde · h7 svart bonde · d4 vit bonde · a2 vit bonde · b2 vit bonde · c2 vit bonde · e2 vit bonde · f2 vit bonde · g2 vit bonde · h2 vit bonde · a1 vit torn · b1 vit springare · c1 vit löpare · d1 vit drottning · e1 vit kung · f1 vit löpare · g1 vit springare · h1 vit torn | a8 svart torn · b8 svart springare · c8 svart löpare · d8 svart drottning · e8 svart kung · f8 svart löpare · g8 svart springare · h8 svart torn · a7 svart bonde · b7 svart bonde · c7 svart bonde · d7 svart bonde · e7 svart bonde · f7 svart bonde · g7 svart bonde · h7 svart bonde · d4 vit bonde · a2 vit bonde · b2 vit bonde · c2 vit bonde · e2 vit bonde · f2 vit bonde · g2 vit bonde · h2 vit bonde · a1 vit torn · b1 vit springare · c1 vit löpare · d1 vit drottning · e1 vit kung · f1 vit löpare · g1 vit springare · h1 vit torn | 7 |
| 6 | a8 svart torn · b8 svart springare · c8 svart löpare · d8 svart drottning · e8 svart kung · f8 svart löpare · g8 svart springare · h8 svart torn · a7 svart bonde · b7 svart bonde · c7 svart bonde · d7 svart bonde · e7 svart bonde · f7 svart bonde · g7 svart bonde · h7 svart bonde · d4 vit bonde · a2 vit bonde · b2 vit bonde · c2 vit bonde · e2 vit bonde · f2 vit bonde · g2 vit bonde · h2 vit bonde · a1 vit torn · b1 vit springare · c1 vit löpare · d1 vit drottning · e1 vit kung · f1 vit löpare · g1 vit springare · h1 vit torn | a8 svart torn · b8 svart springare · c8 svart löpare · d8 svart drottning · e8 svart kung · f8 svart löpare · g8 svart springare · h8 svart torn · a7 svart bonde · b7 svart bonde · c7 svart bonde · d7 svart bonde · e7 svart bonde · f7 svart bonde · g7 svart bonde · h7 svart bonde · d4 vit bonde · a2 vit bonde · b2 vit bonde · c2 vit bonde · e2 vit bonde · f2 vit bonde · g2 vit bonde · h2 vit bonde · a1 vit torn · b1 vit springare · c1 vit löpare · d1 vit drottning · e1 vit kung · f1 vit löpare · g1 vit springare · h1 vit torn | a8 svart torn · b8 svart springare · c8 svart löpare · d8 svart drottning · e8 svart kung · f8 svart löpare · g8 svart springare · h8 svart torn · a7 svart bonde · b7 svart bonde · c7 svart bonde · d7 svart bonde · e7 svart bonde · f7 svart bonde · g7 svart bonde · h7 svart bonde · d4 vit bonde · a2 vit bonde · b2 vit bonde · c2 vit bonde · e2 vit bonde · f2 vit bonde · g2 vit bonde · h2 vit bonde · a1 vit torn · b1 vit springare · c1 vit löpare · d1 vit drottning · e1 vit kung · f1 vit löpare · g1 vit springare · h1 vit torn | a8 svart torn · b8 svart springare · c8 svart löpare · d8 svart drottning · e8 svart kung · f8 svart löpare · g8 svart springare · h8 svart torn · a7 svart bonde · b7 svart bonde · c7 svart bonde · d7 svart bonde · e7 svart bonde · f7 svart bonde · g7 svart bonde · h7 svart bonde · d4 vit bonde · a2 vit bonde · b2 vit bonde · c2 vit bonde · e2 vit bonde · f2 vit bonde · g2 vit bonde · h2 vit bonde · a1 vit torn · b1 vit springare · c1 vit löpare · d1 vit drottning · e1 vit kung · f1 vit löpare · g1 vit springare · h1 vit torn | a8 svart torn · b8 svart springare · c8 svart löpare · d8 svart drottning · e8 svart kung · f8 svart löpare · g8 svart springare · h8 svart torn · a7 svart bonde · b7 svart bonde · c7 svart bonde · d7 svart bonde · e7 svart bonde · f7 svart bonde · g7 svart bonde · h7 svart bonde · d4 vit bonde · a2 vit bonde · b2 vit bonde · c2 vit bonde · e2 vit bonde · f2 vit bonde · g2 vit bonde · h2 vit bonde · a1 vit torn · b1 vit springare · c1 vit löpare · d1 vit drottning · e1 vit kung · f1 vit löpare · g1 vit springare · h1 vit torn | a8 svart torn · b8 svart springare · c8 svart löpare · d8 svart drottning · e8 svart kung · f8 svart löpare · g8 svart springare · h8 svart torn · a7 svart bonde · b7 svart bonde · c7 svart bonde · d7 svart bonde · e7 svart bonde · f7 svart bonde · g7 svart bonde · h7 svart bonde · d4 vit bonde · a2 vit bonde · b2 vit bonde · c2 vit bonde · e2 vit bonde · f2 vit bonde · g2 vit bonde · h2 vit bonde · a1 vit torn · b1 vit springare · c1 vit löpare · d1 vit drottning · e1 vit kung · f1 vit löpare · g1 vit springare · h1 vit torn | a8 svart torn · b8 svart springare · c8 svart löpare · d8 svart drottning · e8 svart kung · f8 svart löpare · g8 svart springare · h8 svart torn · a7 svart bonde · b7 svart bonde · c7 svart bonde · d7 svart bonde · e7 svart bonde · f7 svart bonde · g7 svart bonde · h7 svart bonde · d4 vit bonde · a2 vit bonde · b2 vit bonde · c2 vit bonde · e2 vit bonde · f2 vit bonde · g2 vit bonde · h2 vit bonde · a1 vit torn · b1 vit springare · c1 vit löpare · d1 vit drottning · e1 vit kung · f1 vit löpare · g1 vit springare · h1 vit torn | a8 svart torn · b8 svart springare · c8 svart löpare · d8 svart drottning · e8 svart kung · f8 svart löpare · g8 svart springare · h8 svart torn · a7 svart bonde · b7 svart bonde · c7 svart bonde · d7 svart bonde · e7 svart bonde · f7 svart bonde · g7 svart bonde · h7 svart bonde · d4 vit bonde · a2 vit bonde · b2 vit bonde · c2 vit bonde · e2 vit bonde · f2 vit bonde · g2 vit bonde · h2 vit bonde · a1 vit torn · b1 vit springare · c1 vit löpare · d1 vit drottning · e1 vit kung · f1 vit löpare · g1 vit springare · h1 vit torn | 6 |
| 5 | a8 svart torn · b8 svart springare · c8 svart löpare · d8 svart drottning · e8 svart kung · f8 svart löpare · g8 svart springare · h8 svart torn · a7 svart bonde · b7 svart bonde · c7 svart bonde · d7 svart bonde · e7 svart bonde · f7 svart bonde · g7 svart bonde · h7 svart bonde · d4 vit bonde · a2 vit bonde · b2 vit bonde · c2 vit bonde · e2 vit bonde · f2 vit bonde · g2 vit bonde · h2 vit bonde · a1 vit torn · b1 vit springare · c1 vit löpare · d1 vit drottning · e1 vit kung · f1 vit löpare · g1 vit springare · h1 vit torn | a8 svart torn · b8 svart springare · c8 svart löpare · d8 svart drottning · e8 svart kung · f8 svart löpare · g8 svart springare · h8 svart torn · a7 svart bonde · b7 svart bonde · c7 svart bonde · d7 svart bonde · e7 svart bonde · f7 svart bonde · g7 svart bonde · h7 svart bonde · d4 vit bonde · a2 vit bonde · b2 vit bonde · c2 vit bonde · e2 vit bonde · f2 vit bonde · g2 vit bonde · h2 vit bonde · a1 vit torn · b1 vit springare · c1 vit löpare · d1 vit drottning · e1 vit kung · f1 vit löpare · g1 vit springare · h1 vit torn | a8 svart torn · b8 svart springare · c8 svart löpare · d8 svart drottning · e8 svart kung · f8 svart löpare · g8 svart springare · h8 svart torn · a7 svart bonde · b7 svart bonde · c7 svart bonde · d7 svart bonde · e7 svart bonde · f7 svart bonde · g7 svart bonde · h7 svart bonde · d4 vit bonde · a2 vit bonde · b2 vit bonde · c2 vit bonde · e2 vit bonde · f2 vit bonde · g2 vit bonde · h2 vit bonde · a1 vit torn · b1 vit springare · c1 vit löpare · d1 vit drottning · e1 vit kung · f1 vit löpare · g1 vit springare · h1 vit torn | a8 svart torn · b8 svart springare · c8 svart löpare · d8 svart drottning · e8 svart kung · f8 svart löpare · g8 svart springare · h8 svart torn · a7 svart bonde · b7 svart bonde · c7 svart bonde · d7 svart bonde · e7 svart bonde · f7 svart bonde · g7 svart bonde · h7 svart bonde · d4 vit bonde · a2 vit bonde · b2 vit bonde · c2 vit bonde · e2 vit bonde · f2 vit bonde · g2 vit bonde · h2 vit bonde · a1 vit torn · b1 vit springare · c1 vit löpare · d1 vit drottning · e1 vit kung · f1 vit löpare · g1 vit springare · h1 vit torn | a8 svart torn · b8 svart springare · c8 svart löpare · d8 svart drottning · e8 svart kung · f8 svart löpare · g8 svart springare · h8 svart torn · a7 svart bonde · b7 svart bonde · c7 svart bonde · d7 svart bonde · e7 svart bonde · f7 svart bonde · g7 svart bonde · h7 svart bonde · d4 vit bonde · a2 vit bonde · b2 vit bonde · c2 vit bonde · e2 vit bonde · f2 vit bonde · g2 vit bonde · h2 vit bonde · a1 vit torn · b1 vit springare · c1 vit löpare · d1 vit drottning · e1 vit kung · f1 vit löpare · g1 vit springare · h1 vit torn | a8 svart torn · b8 svart springare · c8 svart löpare · d8 svart drottning · e8 svart kung · f8 svart löpare · g8 svart springare · h8 svart torn · a7 svart bonde · b7 svart bonde · c7 svart bonde · d7 svart bonde · e7 svart bonde · f7 svart bonde · g7 svart bonde · h7 svart bonde · d4 vit bonde · a2 vit bonde · b2 vit bonde · c2 vit bonde · e2 vit bonde · f2 vit bonde · g2 vit bonde · h2 vit bonde · a1 vit torn · b1 vit springare · c1 vit löpare · d1 vit drottning · e1 vit kung · f1 vit löpare · g1 vit springare · h1 vit torn | a8 svart torn · b8 svart springare · c8 svart löpare · d8 svart drottning · e8 svart kung · f8 svart löpare · g8 svart springare · h8 svart torn · a7 svart bonde · b7 svart bonde · c7 svart bonde · d7 svart bonde · e7 svart bonde · f7 svart bonde · g7 svart bonde · h7 svart bonde · d4 vit bonde · a2 vit bonde · b2 vit bonde · c2 vit bonde · e2 vit bonde · f2 vit bonde · g2 vit bonde · h2 vit bonde · a1 vit torn · b1 vit springare · c1 vit löpare · d1 vit drottning · e1 vit kung · f1 vit löpare · g1 vit springare · h1 vit torn | a8 svart torn · b8 svart springare · c8 svart löpare · d8 svart drottning · e8 svart kung · f8 svart löpare · g8 svart springare · h8 svart torn · a7 svart bonde · b7 svart bonde · c7 svart bonde · d7 svart bonde · e7 svart bonde · f7 svart bonde · g7 svart bonde · h7 svart bonde · d4 vit bonde · a2 vit bonde · b2 vit bonde · c2 vit bonde · e2 vit bonde · f2 vit bonde · g2 vit bonde · h2 vit bonde · a1 vit torn · b1 vit springare · c1 vit löpare · d1 vit drottning · e1 vit kung · f1 vit löpare · g1 vit springare · h1 vit torn | 5 |
| 4 | a8 svart torn · b8 svart springare · c8 svart löpare · d8 svart drottning · e8 svart kung · f8 svart löpare · g8 svart springare · h8 svart torn · a7 svart bonde · b7 svart bonde · c7 svart bonde · d7 svart bonde · e7 svart bonde · f7 svart bonde · g7 svart bonde · h7 svart bonde · d4 vit bonde · a2 vit bonde · b2 vit bonde · c2 vit bonde · e2 vit bonde · f2 vit bonde · g2 vit bonde · h2 vit bonde · a1 vit torn · b1 vit springare · c1 vit löpare · d1 vit drottning · e1 vit kung · f1 vit löpare · g1 vit springare · h1 vit torn | a8 svart torn · b8 svart springare · c8 svart löpare · d8 svart drottning · e8 svart kung · f8 svart löpare · g8 svart springare · h8 svart torn · a7 svart bonde · b7 svart bonde · c7 svart bonde · d7 svart bonde · e7 svart bonde · f7 svart bonde · g7 svart bonde · h7 svart bonde · d4 vit bonde · a2 vit bonde · b2 vit bonde · c2 vit bonde · e2 vit bonde · f2 vit bonde · g2 vit bonde · h2 vit bonde · a1 vit torn · b1 vit springare · c1 vit löpare · d1 vit drottning · e1 vit kung · f1 vit löpare · g1 vit springare · h1 vit torn | a8 svart torn · b8 svart springare · c8 svart löpare · d8 svart drottning · e8 svart kung · f8 svart löpare · g8 svart springare · h8 svart torn · a7 svart bonde · b7 svart bonde · c7 svart bonde · d7 svart bonde · e7 svart bonde · f7 svart bonde · g7 svart bonde · h7 svart bonde · d4 vit bonde · a2 vit bonde · b2 vit bonde · c2 vit bonde · e2 vit bonde · f2 vit bonde · g2 vit bonde · h2 vit bonde · a1 vit torn · b1 vit springare · c1 vit löpare · d1 vit drottning · e1 vit kung · f1 vit löpare · g1 vit springare · h1 vit torn | a8 svart torn · b8 svart springare · c8 svart löpare · d8 svart drottning · e8 svart kung · f8 svart löpare · g8 svart springare · h8 svart torn · a7 svart bonde · b7 svart bonde · c7 svart bonde · d7 svart bonde · e7 svart bonde · f7 svart bonde · g7 svart bonde · h7 svart bonde · d4 vit bonde · a2 vit bonde · b2 vit bonde · c2 vit bonde · e2 vit bonde · f2 vit bonde · g2 vit bonde · h2 vit bonde · a1 vit torn · b1 vit springare · c1 vit löpare · d1 vit drottning · e1 vit kung · f1 vit löpare · g1 vit springare · h1 vit torn | a8 svart torn · b8 svart springare · c8 svart löpare · d8 svart drottning · e8 svart kung · f8 svart löpare · g8 svart springare · h8 svart torn · a7 svart bonde · b7 svart bonde · c7 svart bonde · d7 svart bonde · e7 svart bonde · f7 svart bonde · g7 svart bonde · h7 svart bonde · d4 vit bonde · a2 vit bonde · b2 vit bonde · c2 vit bonde · e2 vit bonde · f2 vit bonde · g2 vit bonde · h2 vit bonde · a1 vit torn · b1 vit springare · c1 vit löpare · d1 vit drottning · e1 vit kung · f1 vit löpare · g1 vit springare · h1 vit torn | a8 svart torn · b8 svart springare · c8 svart löpare · d8 svart drottning · e8 svart kung · f8 svart löpare · g8 svart springare · h8 svart torn · a7 svart bonde · b7 svart bonde · c7 svart bonde · d7 svart bonde · e7 svart bonde · f7 svart bonde · g7 svart bonde · h7 svart bonde · d4 vit bonde · a2 vit bonde · b2 vit bonde · c2 vit bonde · e2 vit bonde · f2 vit bonde · g2 vit bonde · h2 vit bonde · a1 vit torn · b1 vit springare · c1 vit löpare · d1 vit drottning · e1 vit kung · f1 vit löpare · g1 vit springare · h1 vit torn | a8 svart torn · b8 svart springare · c8 svart löpare · d8 svart drottning · e8 svart kung · f8 svart löpare · g8 svart springare · h8 svart torn · a7 svart bonde · b7 svart bonde · c7 svart bonde · d7 svart bonde · e7 svart bonde · f7 svart bonde · g7 svart bonde · h7 svart bonde · d4 vit bonde · a2 vit bonde · b2 vit bonde · c2 vit bonde · e2 vit bonde · f2 vit bonde · g2 vit bonde · h2 vit bonde · a1 vit torn · b1 vit springare · c1 vit löpare · d1 vit drottning · e1 vit kung · f1 vit löpare · g1 vit springare · h1 vit torn | a8 svart torn · b8 svart springare · c8 svart löpare · d8 svart drottning · e8 svart kung · f8 svart löpare · g8 svart springare · h8 svart torn · a7 svart bonde · b7 svart bonde · c7 svart bonde · d7 svart bonde · e7 svart bonde · f7 svart bonde · g7 svart bonde · h7 svart bonde · d4 vit bonde · a2 vit bonde · b2 vit bonde · c2 vit bonde · e2 vit bonde · f2 vit bonde · g2 vit bonde · h2 vit bonde · a1 vit torn · b1 vit springare · c1 vit löpare · d1 vit drottning · e1 vit kung · f1 vit löpare · g1 vit springare · h1 vit torn | 4 |
| 3 | a8 svart torn · b8 svart springare · c8 svart löpare · d8 svart drottning · e8 svart kung · f8 svart löpare · g8 svart springare · h8 svart torn · a7 svart bonde · b7 svart bonde · c7 svart bonde · d7 svart bonde · e7 svart bonde · f7 svart bonde · g7 svart bonde · h7 svart bonde · d4 vit bonde · a2 vit bonde · b2 vit bonde · c2 vit bonde · e2 vit bonde · f2 vit bonde · g2 vit bonde · h2 vit bonde · a1 vit torn · b1 vit springare · c1 vit löpare · d1 vit drottning · e1 vit kung · f1 vit löpare · g1 vit springare · h1 vit torn | a8 svart torn · b8 svart springare · c8 svart löpare · d8 svart drottning · e8 svart kung · f8 svart löpare · g8 svart springare · h8 svart torn · a7 svart bonde · b7 svart bonde · c7 svart bonde · d7 svart bonde · e7 svart bonde · f7 svart bonde · g7 svart bonde · h7 svart bonde · d4 vit bonde · a2 vit bonde · b2 vit bonde · c2 vit bonde · e2 vit bonde · f2 vit bonde · g2 vit bonde · h2 vit bonde · a1 vit torn · b1 vit springare · c1 vit löpare · d1 vit drottning · e1 vit kung · f1 vit löpare · g1 vit springare · h1 vit torn | a8 svart torn · b8 svart springare · c8 svart löpare · d8 svart drottning · e8 svart kung · f8 svart löpare · g8 svart springare · h8 svart torn · a7 svart bonde · b7 svart bonde · c7 svart bonde · d7 svart bonde · e7 svart bonde · f7 svart bonde · g7 svart bonde · h7 svart bonde · d4 vit bonde · a2 vit bonde · b2 vit bonde · c2 vit bonde · e2 vit bonde · f2 vit bonde · g2 vit bonde · h2 vit bonde · a1 vit torn · b1 vit springare · c1 vit löpare · d1 vit drottning · e1 vit kung · f1 vit löpare · g1 vit springare · h1 vit torn | a8 svart torn · b8 svart springare · c8 svart löpare · d8 svart drottning · e8 svart kung · f8 svart löpare · g8 svart springare · h8 svart torn · a7 svart bonde · b7 svart bonde · c7 svart bonde · d7 svart bonde · e7 svart bonde · f7 svart bonde · g7 svart bonde · h7 svart bonde · d4 vit bonde · a2 vit bonde · b2 vit bonde · c2 vit bonde · e2 vit bonde · f2 vit bonde · g2 vit bonde · h2 vit bonde · a1 vit torn · b1 vit springare · c1 vit löpare · d1 vit drottning · e1 vit kung · f1 vit löpare · g1 vit springare · h1 vit torn | a8 svart torn · b8 svart springare · c8 svart löpare · d8 svart drottning · e8 svart kung · f8 svart löpare · g8 svart springare · h8 svart torn · a7 svart bonde · b7 svart bonde · c7 svart bonde · d7 svart bonde · e7 svart bonde · f7 svart bonde · g7 svart bonde · h7 svart bonde · d4 vit bonde · a2 vit bonde · b2 vit bonde · c2 vit bonde · e2 vit bonde · f2 vit bonde · g2 vit bonde · h2 vit bonde · a1 vit torn · b1 vit springare · c1 vit löpare · d1 vit drottning · e1 vit kung · f1 vit löpare · g1 vit springare · h1 vit torn | a8 svart torn · b8 svart springare · c8 svart löpare · d8 svart drottning · e8 svart kung · f8 svart löpare · g8 svart springare · h8 svart torn · a7 svart bonde · b7 svart bonde · c7 svart bonde · d7 svart bonde · e7 svart bonde · f7 svart bonde · g7 svart bonde · h7 svart bonde · d4 vit bonde · a2 vit bonde · b2 vit bonde · c2 vit bonde · e2 vit bonde · f2 vit bonde · g2 vit bonde · h2 vit bonde · a1 vit torn · b1 vit springare · c1 vit löpare · d1 vit drottning · e1 vit kung · f1 vit löpare · g1 vit springare · h1 vit torn | a8 svart torn · b8 svart springare · c8 svart löpare · d8 svart drottning · e8 svart kung · f8 svart löpare · g8 svart springare · h8 svart torn · a7 svart bonde · b7 svart bonde · c7 svart bonde · d7 svart bonde · e7 svart bonde · f7 svart bonde · g7 svart bonde · h7 svart bonde · d4 vit bonde · a2 vit bonde · b2 vit bonde · c2 vit bonde · e2 vit bonde · f2 vit bonde · g2 vit bonde · h2 vit bonde · a1 vit torn · b1 vit springare · c1 vit löpare · d1 vit drottning · e1 vit kung · f1 vit löpare · g1 vit springare · h1 vit torn | a8 svart torn · b8 svart springare · c8 svart löpare · d8 svart drottning · e8 svart kung · f8 svart löpare · g8 svart springare · h8 svart torn · a7 svart bonde · b7 svart bonde · c7 svart bonde · d7 svart bonde · e7 svart bonde · f7 svart bonde · g7 svart bonde · h7 svart bonde · d4 vit bonde · a2 vit bonde · b2 vit bonde · c2 vit bonde · e2 vit bonde · f2 vit bonde · g2 vit bonde · h2 vit bonde · a1 vit torn · b1 vit springare · c1 vit löpare · d1 vit drottning · e1 vit kung · f1 vit löpare · g1 vit springare · h1 vit torn | 3 |
| 2 | a8 svart torn · b8 svart springare · c8 svart löpare · d8 svart drottning · e8 svart kung · f8 svart löpare · g8 svart springare · h8 svart torn · a7 svart bonde · b7 svart bonde · c7 svart bonde · d7 svart bonde · e7 svart bonde · f7 svart bonde · g7 svart bonde · h7 svart bonde · d4 vit bonde · a2 vit bonde · b2 vit bonde · c2 vit bonde · e2 vit bonde · f2 vit bonde · g2 vit bonde · h2 vit bonde · a1 vit torn · b1 vit springare · c1 vit löpare · d1 vit drottning · e1 vit kung · f1 vit löpare · g1 vit springare · h1 vit torn | a8 svart torn · b8 svart springare · c8 svart löpare · d8 svart drottning · e8 svart kung · f8 svart löpare · g8 svart springare · h8 svart torn · a7 svart bonde · b7 svart bonde · c7 svart bonde · d7 svart bonde · e7 svart bonde · f7 svart bonde · g7 svart bonde · h7 svart bonde · d4 vit bonde · a2 vit bonde · b2 vit bonde · c2 vit bonde · e2 vit bonde · f2 vit bonde · g2 vit bonde · h2 vit bonde · a1 vit torn · b1 vit springare · c1 vit löpare · d1 vit drottning · e1 vit kung · f1 vit löpare · g1 vit springare · h1 vit torn | a8 svart torn · b8 svart springare · c8 svart löpare · d8 svart drottning · e8 svart kung · f8 svart löpare · g8 svart springare · h8 svart torn · a7 svart bonde · b7 svart bonde · c7 svart bonde · d7 svart bonde · e7 svart bonde · f7 svart bonde · g7 svart bonde · h7 svart bonde · d4 vit bonde · a2 vit bonde · b2 vit bonde · c2 vit bonde · e2 vit bonde · f2 vit bonde · g2 vit bonde · h2 vit bonde · a1 vit torn · b1 vit springare · c1 vit löpare · d1 vit drottning · e1 vit kung · f1 vit löpare · g1 vit springare · h1 vit torn | a8 svart torn · b8 svart springare · c8 svart löpare · d8 svart drottning · e8 svart kung · f8 svart löpare · g8 svart springare · h8 svart torn · a7 svart bonde · b7 svart bonde · c7 svart bonde · d7 svart bonde · e7 svart bonde · f7 svart bonde · g7 svart bonde · h7 svart bonde · d4 vit bonde · a2 vit bonde · b2 vit bonde · c2 vit bonde · e2 vit bonde · f2 vit bonde · g2 vit bonde · h2 vit bonde · a1 vit torn · b1 vit springare · c1 vit löpare · d1 vit drottning · e1 vit kung · f1 vit löpare · g1 vit springare · h1 vit torn | a8 svart torn · b8 svart springare · c8 svart löpare · d8 svart drottning · e8 svart kung · f8 svart löpare · g8 svart springare · h8 svart torn · a7 svart bonde · b7 svart bonde · c7 svart bonde · d7 svart bonde · e7 svart bonde · f7 svart bonde · g7 svart bonde · h7 svart bonde · d4 vit bonde · a2 vit bonde · b2 vit bonde · c2 vit bonde · e2 vit bonde · f2 vit bonde · g2 vit bonde · h2 vit bonde · a1 vit torn · b1 vit springare · c1 vit löpare · d1 vit drottning · e1 vit kung · f1 vit löpare · g1 vit springare · h1 vit torn | a8 svart torn · b8 svart springare · c8 svart löpare · d8 svart drottning · e8 svart kung · f8 svart löpare · g8 svart springare · h8 svart torn · a7 svart bonde · b7 svart bonde · c7 svart bonde · d7 svart bonde · e7 svart bonde · f7 svart bonde · g7 svart bonde · h7 svart bonde · d4 vit bonde · a2 vit bonde · b2 vit bonde · c2 vit bonde · e2 vit bonde · f2 vit bonde · g2 vit bonde · h2 vit bonde · a1 vit torn · b1 vit springare · c1 vit löpare · d1 vit drottning · e1 vit kung · f1 vit löpare · g1 vit springare · h1 vit torn | a8 svart torn · b8 svart springare · c8 svart löpare · d8 svart drottning · e8 svart kung · f8 svart löpare · g8 svart springare · h8 svart torn · a7 svart bonde · b7 svart bonde · c7 svart bonde · d7 svart bonde · e7 svart bonde · f7 svart bonde · g7 svart bonde · h7 svart bonde · d4 vit bonde · a2 vit bonde · b2 vit bonde · c2 vit bonde · e2 vit bonde · f2 vit bonde · g2 vit bonde · h2 vit bonde · a1 vit torn · b1 vit springare · c1 vit löpare · d1 vit drottning · e1 vit kung · f1 vit löpare · g1 vit springare · h1 vit torn | a8 svart torn · b8 svart springare · c8 svart löpare · d8 svart drottning · e8 svart kung · f8 svart löpare · g8 svart springare · h8 svart torn · a7 svart bonde · b7 svart bonde · c7 svart bonde · d7 svart bonde · e7 svart bonde · f7 svart bonde · g7 svart bonde · h7 svart bonde · d4 vit bonde · a2 vit bonde · b2 vit bonde · c2 vit bonde · e2 vit bonde · f2 vit bonde · g2 vit bonde · h2 vit bonde · a1 vit torn · b1 vit springare · c1 vit löpare · d1 vit drottning · e1 vit kung · f1 vit löpare · g1 vit springare · h1 vit torn | 2 |
| 1 | a8 svart torn · b8 svart springare · c8 svart löpare · d8 svart drottning · e8 svart kung · f8 svart löpare · g8 svart springare · h8 svart torn · a7 svart bonde · b7 svart bonde · c7 svart bonde · d7 svart bonde · e7 svart bonde · f7 svart bonde · g7 svart bonde · h7 svart bonde · d4 vit bonde · a2 vit bonde · b2 vit bonde · c2 vit bonde · e2 vit bonde · f2 vit bonde · g2 vit bonde · h2 vit bonde · a1 vit torn · b1 vit springare · c1 vit löpare · d1 vit drottning · e1 vit kung · f1 vit löpare · g1 vit springare · h1 vit torn | a8 svart torn · b8 svart springare · c8 svart löpare · d8 svart drottning · e8 svart kung · f8 svart löpare · g8 svart springare · h8 svart torn · a7 svart bonde · b7 svart bonde · c7 svart bonde · d7 svart bonde · e7 svart bonde · f7 svart bonde · g7 svart bonde · h7 svart bonde · d4 vit bonde · a2 vit bonde · b2 vit bonde · c2 vit bonde · e2 vit bonde · f2 vit bonde · g2 vit bonde · h2 vit bonde · a1 vit torn · b1 vit springare · c1 vit löpare · d1 vit drottning · e1 vit kung · f1 vit löpare · g1 vit springare · h1 vit torn | a8 svart torn · b8 svart springare · c8 svart löpare · d8 svart drottning · e8 svart kung · f8 svart löpare · g8 svart springare · h8 svart torn · a7 svart bonde · b7 svart bonde · c7 svart bonde · d7 svart bonde · e7 svart bonde · f7 svart bonde · g7 svart bonde · h7 svart bonde · d4 vit bonde · a2 vit bonde · b2 vit bonde · c2 vit bonde · e2 vit bonde · f2 vit bonde · g2 vit bonde · h2 vit bonde · a1 vit torn · b1 vit springare · c1 vit löpare · d1 vit drottning · e1 vit kung · f1 vit löpare · g1 vit springare · h1 vit torn | a8 svart torn · b8 svart springare · c8 svart löpare · d8 svart drottning · e8 svart kung · f8 svart löpare · g8 svart springare · h8 svart torn · a7 svart bonde · b7 svart bonde · c7 svart bonde · d7 svart bonde · e7 svart bonde · f7 svart bonde · g7 svart bonde · h7 svart bonde · d4 vit bonde · a2 vit bonde · b2 vit bonde · c2 vit bonde · e2 vit bonde · f2 vit bonde · g2 vit bonde · h2 vit bonde · a1 vit torn · b1 vit springare · c1 vit löpare · d1 vit drottning · e1 vit kung · f1 vit löpare · g1 vit springare · h1 vit torn | a8 svart torn · b8 svart springare · c8 svart löpare · d8 svart drottning · e8 svart kung · f8 svart löpare · g8 svart springare · h8 svart torn · a7 svart bonde · b7 svart bonde · c7 svart bonde · d7 svart bonde · e7 svart bonde · f7 svart bonde · g7 svart bonde · h7 svart bonde · d4 vit bonde · a2 vit bonde · b2 vit bonde · c2 vit bonde · e2 vit bonde · f2 vit bonde · g2 vit bonde · h2 vit bonde · a1 vit torn · b1 vit springare · c1 vit löpare · d1 vit drottning · e1 vit kung · f1 vit löpare · g1 vit springare · h1 vit torn | a8 svart torn · b8 svart springare · c8 svart löpare · d8 svart drottning · e8 svart kung · f8 svart löpare · g8 svart springare · h8 svart torn · a7 svart bonde · b7 svart bonde · c7 svart bonde · d7 svart bonde · e7 svart bonde · f7 svart bonde · g7 svart bonde · h7 svart bonde · d4 vit bonde · a2 vit bonde · b2 vit bonde · c2 vit bonde · e2 vit bonde · f2 vit bonde · g2 vit bonde · h2 vit bonde · a1 vit torn · b1 vit springare · c1 vit löpare · d1 vit drottning · e1 vit kung · f1 vit löpare · g1 vit springare · h1 vit torn | a8 svart torn · b8 svart springare · c8 svart löpare · d8 svart drottning · e8 svart kung · f8 svart löpare · g8 svart springare · h8 svart torn · a7 svart bonde · b7 svart bonde · c7 svart bonde · d7 svart bonde · e7 svart bonde · f7 svart bonde · g7 svart bonde · h7 svart bonde · d4 vit bonde · a2 vit bonde · b2 vit bonde · c2 vit bonde · e2 vit bonde · f2 vit bonde · g2 vit bonde · h2 vit bonde · a1 vit torn · b1 vit springare · c1 vit löpare · d1 vit drottning · e1 vit kung · f1 vit löpare · g1 vit springare · h1 vit torn | a8 svart torn · b8 svart springare · c8 svart löpare · d8 svart drottning · e8 svart kung · f8 svart löpare · g8 svart springare · h8 svart torn · a7 svart bonde · b7 svart bonde · c7 svart bonde · d7 svart bonde · e7 svart bonde · f7 svart bonde · g7 svart bonde · h7 svart bonde · d4 vit bonde · a2 vit bonde · b2 vit bonde · c2 vit bonde · e2 vit bonde · f2 vit bonde · g2 vit bonde · h2 vit bonde · a1 vit torn · b1 vit springare · c1 vit löpare · d1 vit drottning · e1 vit kung · f1 vit löpare · g1 vit springare · h1 vit torn | 1 |
|   | a | b | c | d | e | f | g | h |   |

1.d4 utan 1...d5 eller 1...Sf6: Ovanliga svar på 1.d4 

A40 Dambondespel
1.d4
A41 Dambondespel (med ...d6)
1.d4 d6
A42 Moderna försvaret, Averbakhsystemet
1.d4 d6 2.c4 g6 3.Sc3 Lg7 4.e4
A43 Gammelbenoni
1.d4 c5
A44 Gammelbenoni
1.d4 c5 2.d5 e5

### A45–A49: Ovanliga svar på 1...Sf6
1.d4 Sf6 utan 2.c4: Ovanliga svar på 1...Sf6 

A45 Dambondespel
1.d4 Sf6
A46 Dambondespel
1.d4 Sf6 2.Sf3
A47 Damindiskt försvar
1.d4 Sf6 2.Sf3 b6
A48 Kungsindiskt försvar
1.d4 Sf6 2.Sf3 g6
A49 Kungsindiskt, fianchetto utan c4
1.d4 Sf6 2.Sf3 g6 3.g3

### A50–A79: Ovanliga indiska försvar
|   | a | b | c | d | e | f | g | h |   |
| 8 | a8 svart torn · b8 svart springare · c8 svart löpare · d8 svart drottning · e8 svart kung · f8 svart löpare · h8 svart torn · a7 svart bonde · b7 svart bonde · c7 svart bonde · d7 svart bonde · e7 svart bonde · f7 svart bonde · g7 svart bonde · h7 svart bonde · f6 svart springare · c4 vit bonde · d4 vit bonde · a2 vit bonde · b2 vit bonde · e2 vit bonde · f2 vit bonde · g2 vit bonde · h2 vit bonde · a1 vit torn · b1 vit springare · c1 vit löpare · d1 vit drottning · e1 vit kung · f1 vit löpare · g1 vit springare · h1 vit torn | a8 svart torn · b8 svart springare · c8 svart löpare · d8 svart drottning · e8 svart kung · f8 svart löpare · h8 svart torn · a7 svart bonde · b7 svart bonde · c7 svart bonde · d7 svart bonde · e7 svart bonde · f7 svart bonde · g7 svart bonde · h7 svart bonde · f6 svart springare · c4 vit bonde · d4 vit bonde · a2 vit bonde · b2 vit bonde · e2 vit bonde · f2 vit bonde · g2 vit bonde · h2 vit bonde · a1 vit torn · b1 vit springare · c1 vit löpare · d1 vit drottning · e1 vit kung · f1 vit löpare · g1 vit springare · h1 vit torn | a8 svart torn · b8 svart springare · c8 svart löpare · d8 svart drottning · e8 svart kung · f8 svart löpare · h8 svart torn · a7 svart bonde · b7 svart bonde · c7 svart bonde · d7 svart bonde · e7 svart bonde · f7 svart bonde · g7 svart bonde · h7 svart bonde · f6 svart springare · c4 vit bonde · d4 vit bonde · a2 vit bonde · b2 vit bonde · e2 vit bonde · f2 vit bonde · g2 vit bonde · h2 vit bonde · a1 vit torn · b1 vit springare · c1 vit löpare · d1 vit drottning · e1 vit kung · f1 vit löpare · g1 vit springare · h1 vit torn | a8 svart torn · b8 svart springare · c8 svart löpare · d8 svart drottning · e8 svart kung · f8 svart löpare · h8 svart torn · a7 svart bonde · b7 svart bonde · c7 svart bonde · d7 svart bonde · e7 svart bonde · f7 svart bonde · g7 svart bonde · h7 svart bonde · f6 svart springare · c4 vit bonde · d4 vit bonde · a2 vit bonde · b2 vit bonde · e2 vit bonde · f2 vit bonde · g2 vit bonde · h2 vit bonde · a1 vit torn · b1 vit springare · c1 vit löpare · d1 vit drottning · e1 vit kung · f1 vit löpare · g1 vit springare · h1 vit torn | a8 svart torn · b8 svart springare · c8 svart löpare · d8 svart drottning · e8 svart kung · f8 svart löpare · h8 svart torn · a7 svart bonde · b7 svart bonde · c7 svart bonde · d7 svart bonde · e7 svart bonde · f7 svart bonde · g7 svart bonde · h7 svart bonde · f6 svart springare · c4 vit bonde · d4 vit bonde · a2 vit bonde · b2 vit bonde · e2 vit bonde · f2 vit bonde · g2 vit bonde · h2 vit bonde · a1 vit torn · b1 vit springare · c1 vit löpare · d1 vit drottning · e1 vit kung · f1 vit löpare · g1 vit springare · h1 vit torn | a8 svart torn · b8 svart springare · c8 svart löpare · d8 svart drottning · e8 svart kung · f8 svart löpare · h8 svart torn · a7 svart bonde · b7 svart bonde · c7 svart bonde · d7 svart bonde · e7 svart bonde · f7 svart bonde · g7 svart bonde · h7 svart bonde · f6 svart springare · c4 vit bonde · d4 vit bonde · a2 vit bonde · b2 vit bonde · e2 vit bonde · f2 vit bonde · g2 vit bonde · h2 vit bonde · a1 vit torn · b1 vit springare · c1 vit löpare · d1 vit drottning · e1 vit kung · f1 vit löpare · g1 vit springare · h1 vit torn | a8 svart torn · b8 svart springare · c8 svart löpare · d8 svart drottning · e8 svart kung · f8 svart löpare · h8 svart torn · a7 svart bonde · b7 svart bonde · c7 svart bonde · d7 svart bonde · e7 svart bonde · f7 svart bonde · g7 svart bonde · h7 svart bonde · f6 svart springare · c4 vit bonde · d4 vit bonde · a2 vit bonde · b2 vit bonde · e2 vit bonde · f2 vit bonde · g2 vit bonde · h2 vit bonde · a1 vit torn · b1 vit springare · c1 vit löpare · d1 vit drottning · e1 vit kung · f1 vit löpare · g1 vit springare · h1 vit torn | a8 svart torn · b8 svart springare · c8 svart löpare · d8 svart drottning · e8 svart kung · f8 svart löpare · h8 svart torn · a7 svart bonde · b7 svart bonde · c7 svart bonde · d7 svart bonde · e7 svart bonde · f7 svart bonde · g7 svart bonde · h7 svart bonde · f6 svart springare · c4 vit bonde · d4 vit bonde · a2 vit bonde · b2 vit bonde · e2 vit bonde · f2 vit bonde · g2 vit bonde · h2 vit bonde · a1 vit torn · b1 vit springare · c1 vit löpare · d1 vit drottning · e1 vit kung · f1 vit löpare · g1 vit springare · h1 vit torn | 8 |
| 7 | a8 svart torn · b8 svart springare · c8 svart löpare · d8 svart drottning · e8 svart kung · f8 svart löpare · h8 svart torn · a7 svart bonde · b7 svart bonde · c7 svart bonde · d7 svart bonde · e7 svart bonde · f7 svart bonde · g7 svart bonde · h7 svart bonde · f6 svart springare · c4 vit bonde · d4 vit bonde · a2 vit bonde · b2 vit bonde · e2 vit bonde · f2 vit bonde · g2 vit bonde · h2 vit bonde · a1 vit torn · b1 vit springare · c1 vit löpare · d1 vit drottning · e1 vit kung · f1 vit löpare · g1 vit springare · h1 vit torn | a8 svart torn · b8 svart springare · c8 svart löpare · d8 svart drottning · e8 svart kung · f8 svart löpare · h8 svart torn · a7 svart bonde · b7 svart bonde · c7 svart bonde · d7 svart bonde · e7 svart bonde · f7 svart bonde · g7 svart bonde · h7 svart bonde · f6 svart springare · c4 vit bonde · d4 vit bonde · a2 vit bonde · b2 vit bonde · e2 vit bonde · f2 vit bonde · g2 vit bonde · h2 vit bonde · a1 vit torn · b1 vit springare · c1 vit löpare · d1 vit drottning · e1 vit kung · f1 vit löpare · g1 vit springare · h1 vit torn | a8 svart torn · b8 svart springare · c8 svart löpare · d8 svart drottning · e8 svart kung · f8 svart löpare · h8 svart torn · a7 svart bonde · b7 svart bonde · c7 svart bonde · d7 svart bonde · e7 svart bonde · f7 svart bonde · g7 svart bonde · h7 svart bonde · f6 svart springare · c4 vit bonde · d4 vit bonde · a2 vit bonde · b2 vit bonde · e2 vit bonde · f2 vit bonde · g2 vit bonde · h2 vit bonde · a1 vit torn · b1 vit springare · c1 vit löpare · d1 vit drottning · e1 vit kung · f1 vit löpare · g1 vit springare · h1 vit torn | a8 svart torn · b8 svart springare · c8 svart löpare · d8 svart drottning · e8 svart kung · f8 svart löpare · h8 svart torn · a7 svart bonde · b7 svart bonde · c7 svart bonde · d7 svart bonde · e7 svart bonde · f7 svart bonde · g7 svart bonde · h7 svart bonde · f6 svart springare · c4 vit bonde · d4 vit bonde · a2 vit bonde · b2 vit bonde · e2 vit bonde · f2 vit bonde · g2 vit bonde · h2 vit bonde · a1 vit torn · b1 vit springare · c1 vit löpare · d1 vit drottning · e1 vit kung · f1 vit löpare · g1 vit springare · h1 vit torn | a8 svart torn · b8 svart springare · c8 svart löpare · d8 svart drottning · e8 svart kung · f8 svart löpare · h8 svart torn · a7 svart bonde · b7 svart bonde · c7 svart bonde · d7 svart bonde · e7 svart bonde · f7 svart bonde · g7 svart bonde · h7 svart bonde · f6 svart springare · c4 vit bonde · d4 vit bonde · a2 vit bonde · b2 vit bonde · e2 vit bonde · f2 vit bonde · g2 vit bonde · h2 vit bonde · a1 vit torn · b1 vit springare · c1 vit löpare · d1 vit drottning · e1 vit kung · f1 vit löpare · g1 vit springare · h1 vit torn | a8 svart torn · b8 svart springare · c8 svart löpare · d8 svart drottning · e8 svart kung · f8 svart löpare · h8 svart torn · a7 svart bonde · b7 svart bonde · c7 svart bonde · d7 svart bonde · e7 svart bonde · f7 svart bonde · g7 svart bonde · h7 svart bonde · f6 svart springare · c4 vit bonde · d4 vit bonde · a2 vit bonde · b2 vit bonde · e2 vit bonde · f2 vit bonde · g2 vit bonde · h2 vit bonde · a1 vit torn · b1 vit springare · c1 vit löpare · d1 vit drottning · e1 vit kung · f1 vit löpare · g1 vit springare · h1 vit torn | a8 svart torn · b8 svart springare · c8 svart löpare · d8 svart drottning · e8 svart kung · f8 svart löpare · h8 svart torn · a7 svart bonde · b7 svart bonde · c7 svart bonde · d7 svart bonde · e7 svart bonde · f7 svart bonde · g7 svart bonde · h7 svart bonde · f6 svart springare · c4 vit bonde · d4 vit bonde · a2 vit bonde · b2 vit bonde · e2 vit bonde · f2 vit bonde · g2 vit bonde · h2 vit bonde · a1 vit torn · b1 vit springare · c1 vit löpare · d1 vit drottning · e1 vit kung · f1 vit löpare · g1 vit springare · h1 vit torn | a8 svart torn · b8 svart springare · c8 svart löpare · d8 svart drottning · e8 svart kung · f8 svart löpare · h8 svart torn · a7 svart bonde · b7 svart bonde · c7 svart bonde · d7 svart bonde · e7 svart bonde · f7 svart bonde · g7 svart bonde · h7 svart bonde · f6 svart springare · c4 vit bonde · d4 vit bonde · a2 vit bonde · b2 vit bonde · e2 vit bonde · f2 vit bonde · g2 vit bonde · h2 vit bonde · a1 vit torn · b1 vit springare · c1 vit löpare · d1 vit drottning · e1 vit kung · f1 vit löpare · g1 vit springare · h1 vit torn | 7 |
| 6 | a8 svart torn · b8 svart springare · c8 svart löpare · d8 svart drottning · e8 svart kung · f8 svart löpare · h8 svart torn · a7 svart bonde · b7 svart bonde · c7 svart bonde · d7 svart bonde · e7 svart bonde · f7 svart bonde · g7 svart bonde · h7 svart bonde · f6 svart springare · c4 vit bonde · d4 vit bonde · a2 vit bonde · b2 vit bonde · e2 vit bonde · f2 vit bonde · g2 vit bonde · h2 vit bonde · a1 vit torn · b1 vit springare · c1 vit löpare · d1 vit drottning · e1 vit kung · f1 vit löpare · g1 vit springare · h1 vit torn | a8 svart torn · b8 svart springare · c8 svart löpare · d8 svart drottning · e8 svart kung · f8 svart löpare · h8 svart torn · a7 svart bonde · b7 svart bonde · c7 svart bonde · d7 svart bonde · e7 svart bonde · f7 svart bonde · g7 svart bonde · h7 svart bonde · f6 svart springare · c4 vit bonde · d4 vit bonde · a2 vit bonde · b2 vit bonde · e2 vit bonde · f2 vit bonde · g2 vit bonde · h2 vit bonde · a1 vit torn · b1 vit springare · c1 vit löpare · d1 vit drottning · e1 vit kung · f1 vit löpare · g1 vit springare · h1 vit torn | a8 svart torn · b8 svart springare · c8 svart löpare · d8 svart drottning · e8 svart kung · f8 svart löpare · h8 svart torn · a7 svart bonde · b7 svart bonde · c7 svart bonde · d7 svart bonde · e7 svart bonde · f7 svart bonde · g7 svart bonde · h7 svart bonde · f6 svart springare · c4 vit bonde · d4 vit bonde · a2 vit bonde · b2 vit bonde · e2 vit bonde · f2 vit bonde · g2 vit bonde · h2 vit bonde · a1 vit torn · b1 vit springare · c1 vit löpare · d1 vit drottning · e1 vit kung · f1 vit löpare · g1 vit springare · h1 vit torn | a8 svart torn · b8 svart springare · c8 svart löpare · d8 svart drottning · e8 svart kung · f8 svart löpare · h8 svart torn · a7 svart bonde · b7 svart bonde · c7 svart bonde · d7 svart bonde · e7 svart bonde · f7 svart bonde · g7 svart bonde · h7 svart bonde · f6 svart springare · c4 vit bonde · d4 vit bonde · a2 vit bonde · b2 vit bonde · e2 vit bonde · f2 vit bonde · g2 vit bonde · h2 vit bonde · a1 vit torn · b1 vit springare · c1 vit löpare · d1 vit drottning · e1 vit kung · f1 vit löpare · g1 vit springare · h1 vit torn | a8 svart torn · b8 svart springare · c8 svart löpare · d8 svart drottning · e8 svart kung · f8 svart löpare · h8 svart torn · a7 svart bonde · b7 svart bonde · c7 svart bonde · d7 svart bonde · e7 svart bonde · f7 svart bonde · g7 svart bonde · h7 svart bonde · f6 svart springare · c4 vit bonde · d4 vit bonde · a2 vit bonde · b2 vit bonde · e2 vit bonde · f2 vit bonde · g2 vit bonde · h2 vit bonde · a1 vit torn · b1 vit springare · c1 vit löpare · d1 vit drottning · e1 vit kung · f1 vit löpare · g1 vit springare · h1 vit torn | a8 svart torn · b8 svart springare · c8 svart löpare · d8 svart drottning · e8 svart kung · f8 svart löpare · h8 svart torn · a7 svart bonde · b7 svart bonde · c7 svart bonde · d7 svart bonde · e7 svart bonde · f7 svart bonde · g7 svart bonde · h7 svart bonde · f6 svart springare · c4 vit bonde · d4 vit bonde · a2 vit bonde · b2 vit bonde · e2 vit bonde · f2 vit bonde · g2 vit bonde · h2 vit bonde · a1 vit torn · b1 vit springare · c1 vit löpare · d1 vit drottning · e1 vit kung · f1 vit löpare · g1 vit springare · h1 vit torn | a8 svart torn · b8 svart springare · c8 svart löpare · d8 svart drottning · e8 svart kung · f8 svart löpare · h8 svart torn · a7 svart bonde · b7 svart bonde · c7 svart bonde · d7 svart bonde · e7 svart bonde · f7 svart bonde · g7 svart bonde · h7 svart bonde · f6 svart springare · c4 vit bonde · d4 vit bonde · a2 vit bonde · b2 vit bonde · e2 vit bonde · f2 vit bonde · g2 vit bonde · h2 vit bonde · a1 vit torn · b1 vit springare · c1 vit löpare · d1 vit drottning · e1 vit kung · f1 vit löpare · g1 vit springare · h1 vit torn | a8 svart torn · b8 svart springare · c8 svart löpare · d8 svart drottning · e8 svart kung · f8 svart löpare · h8 svart torn · a7 svart bonde · b7 svart bonde · c7 svart bonde · d7 svart bonde · e7 svart bonde · f7 svart bonde · g7 svart bonde · h7 svart bonde · f6 svart springare · c4 vit bonde · d4 vit bonde · a2 vit bonde · b2 vit bonde · e2 vit bonde · f2 vit bonde · g2 vit bonde · h2 vit bonde · a1 vit torn · b1 vit springare · c1 vit löpare · d1 vit drottning · e1 vit kung · f1 vit löpare · g1 vit springare · h1 vit torn | 6 |
| 5 | a8 svart torn · b8 svart springare · c8 svart löpare · d8 svart drottning · e8 svart kung · f8 svart löpare · h8 svart torn · a7 svart bonde · b7 svart bonde · c7 svart bonde · d7 svart bonde · e7 svart bonde · f7 svart bonde · g7 svart bonde · h7 svart bonde · f6 svart springare · c4 vit bonde · d4 vit bonde · a2 vit bonde · b2 vit bonde · e2 vit bonde · f2 vit bonde · g2 vit bonde · h2 vit bonde · a1 vit torn · b1 vit springare · c1 vit löpare · d1 vit drottning · e1 vit kung · f1 vit löpare · g1 vit springare · h1 vit torn | a8 svart torn · b8 svart springare · c8 svart löpare · d8 svart drottning · e8 svart kung · f8 svart löpare · h8 svart torn · a7 svart bonde · b7 svart bonde · c7 svart bonde · d7 svart bonde · e7 svart bonde · f7 svart bonde · g7 svart bonde · h7 svart bonde · f6 svart springare · c4 vit bonde · d4 vit bonde · a2 vit bonde · b2 vit bonde · e2 vit bonde · f2 vit bonde · g2 vit bonde · h2 vit bonde · a1 vit torn · b1 vit springare · c1 vit löpare · d1 vit drottning · e1 vit kung · f1 vit löpare · g1 vit springare · h1 vit torn | a8 svart torn · b8 svart springare · c8 svart löpare · d8 svart drottning · e8 svart kung · f8 svart löpare · h8 svart torn · a7 svart bonde · b7 svart bonde · c7 svart bonde · d7 svart bonde · e7 svart bonde · f7 svart bonde · g7 svart bonde · h7 svart bonde · f6 svart springare · c4 vit bonde · d4 vit bonde · a2 vit bonde · b2 vit bonde · e2 vit bonde · f2 vit bonde · g2 vit bonde · h2 vit bonde · a1 vit torn · b1 vit springare · c1 vit löpare · d1 vit drottning · e1 vit kung · f1 vit löpare · g1 vit springare · h1 vit torn | a8 svart torn · b8 svart springare · c8 svart löpare · d8 svart drottning · e8 svart kung · f8 svart löpare · h8 svart torn · a7 svart bonde · b7 svart bonde · c7 svart bonde · d7 svart bonde · e7 svart bonde · f7 svart bonde · g7 svart bonde · h7 svart bonde · f6 svart springare · c4 vit bonde · d4 vit bonde · a2 vit bonde · b2 vit bonde · e2 vit bonde · f2 vit bonde · g2 vit bonde · h2 vit bonde · a1 vit torn · b1 vit springare · c1 vit löpare · d1 vit drottning · e1 vit kung · f1 vit löpare · g1 vit springare · h1 vit torn | a8 svart torn · b8 svart springare · c8 svart löpare · d8 svart drottning · e8 svart kung · f8 svart löpare · h8 svart torn · a7 svart bonde · b7 svart bonde · c7 svart bonde · d7 svart bonde · e7 svart bonde · f7 svart bonde · g7 svart bonde · h7 svart bonde · f6 svart springare · c4 vit bonde · d4 vit bonde · a2 vit bonde · b2 vit bonde · e2 vit bonde · f2 vit bonde · g2 vit bonde · h2 vit bonde · a1 vit torn · b1 vit springare · c1 vit löpare · d1 vit drottning · e1 vit kung · f1 vit löpare · g1 vit springare · h1 vit torn | a8 svart torn · b8 svart springare · c8 svart löpare · d8 svart drottning · e8 svart kung · f8 svart löpare · h8 svart torn · a7 svart bonde · b7 svart bonde · c7 svart bonde · d7 svart bonde · e7 svart bonde · f7 svart bonde · g7 svart bonde · h7 svart bonde · f6 svart springare · c4 vit bonde · d4 vit bonde · a2 vit bonde · b2 vit bonde · e2 vit bonde · f2 vit bonde · g2 vit bonde · h2 vit bonde · a1 vit torn · b1 vit springare · c1 vit löpare · d1 vit drottning · e1 vit kung · f1 vit löpare · g1 vit springare · h1 vit torn | a8 svart torn · b8 svart springare · c8 svart löpare · d8 svart drottning · e8 svart kung · f8 svart löpare · h8 svart torn · a7 svart bonde · b7 svart bonde · c7 svart bonde · d7 svart bonde · e7 svart bonde · f7 svart bonde · g7 svart bonde · h7 svart bonde · f6 svart springare · c4 vit bonde · d4 vit bonde · a2 vit bonde · b2 vit bonde · e2 vit bonde · f2 vit bonde · g2 vit bonde · h2 vit bonde · a1 vit torn · b1 vit springare · c1 vit löpare · d1 vit drottning · e1 vit kung · f1 vit löpare · g1 vit springare · h1 vit torn | a8 svart torn · b8 svart springare · c8 svart löpare · d8 svart drottning · e8 svart kung · f8 svart löpare · h8 svart torn · a7 svart bonde · b7 svart bonde · c7 svart bonde · d7 svart bonde · e7 svart bonde · f7 svart bonde · g7 svart bonde · h7 svart bonde · f6 svart springare · c4 vit bonde · d4 vit bonde · a2 vit bonde · b2 vit bonde · e2 vit bonde · f2 vit bonde · g2 vit bonde · h2 vit bonde · a1 vit torn · b1 vit springare · c1 vit löpare · d1 vit drottning · e1 vit kung · f1 vit löpare · g1 vit springare · h1 vit torn | 5 |
| 4 | a8 svart torn · b8 svart springare · c8 svart löpare · d8 svart drottning · e8 svart kung · f8 svart löpare · h8 svart torn · a7 svart bonde · b7 svart bonde · c7 svart bonde · d7 svart bonde · e7 svart bonde · f7 svart bonde · g7 svart bonde · h7 svart bonde · f6 svart springare · c4 vit bonde · d4 vit bonde · a2 vit bonde · b2 vit bonde · e2 vit bonde · f2 vit bonde · g2 vit bonde · h2 vit bonde · a1 vit torn · b1 vit springare · c1 vit löpare · d1 vit drottning · e1 vit kung · f1 vit löpare · g1 vit springare · h1 vit torn | a8 svart torn · b8 svart springare · c8 svart löpare · d8 svart drottning · e8 svart kung · f8 svart löpare · h8 svart torn · a7 svart bonde · b7 svart bonde · c7 svart bonde · d7 svart bonde · e7 svart bonde · f7 svart bonde · g7 svart bonde · h7 svart bonde · f6 svart springare · c4 vit bonde · d4 vit bonde · a2 vit bonde · b2 vit bonde · e2 vit bonde · f2 vit bonde · g2 vit bonde · h2 vit bonde · a1 vit torn · b1 vit springare · c1 vit löpare · d1 vit drottning · e1 vit kung · f1 vit löpare · g1 vit springare · h1 vit torn | a8 svart torn · b8 svart springare · c8 svart löpare · d8 svart drottning · e8 svart kung · f8 svart löpare · h8 svart torn · a7 svart bonde · b7 svart bonde · c7 svart bonde · d7 svart bonde · e7 svart bonde · f7 svart bonde · g7 svart bonde · h7 svart bonde · f6 svart springare · c4 vit bonde · d4 vit bonde · a2 vit bonde · b2 vit bonde · e2 vit bonde · f2 vit bonde · g2 vit bonde · h2 vit bonde · a1 vit torn · b1 vit springare · c1 vit löpare · d1 vit drottning · e1 vit kung · f1 vit löpare · g1 vit springare · h1 vit torn | a8 svart torn · b8 svart springare · c8 svart löpare · d8 svart drottning · e8 svart kung · f8 svart löpare · h8 svart torn · a7 svart bonde · b7 svart bonde · c7 svart bonde · d7 svart bonde · e7 svart bonde · f7 svart bonde · g7 svart bonde · h7 svart bonde · f6 svart springare · c4 vit bonde · d4 vit bonde · a2 vit bonde · b2 vit bonde · e2 vit bonde · f2 vit bonde · g2 vit bonde · h2 vit bonde · a1 vit torn · b1 vit springare · c1 vit löpare · d1 vit drottning · e1 vit kung · f1 vit löpare · g1 vit springare · h1 vit torn | a8 svart torn · b8 svart springare · c8 svart löpare · d8 svart drottning · e8 svart kung · f8 svart löpare · h8 svart torn · a7 svart bonde · b7 svart bonde · c7 svart bonde · d7 svart bonde · e7 svart bonde · f7 svart bonde · g7 svart bonde · h7 svart bonde · f6 svart springare · c4 vit bonde · d4 vit bonde · a2 vit bonde · b2 vit bonde · e2 vit bonde · f2 vit bonde · g2 vit bonde · h2 vit bonde · a1 vit torn · b1 vit springare · c1 vit löpare · d1 vit drottning · e1 vit kung · f1 vit löpare · g1 vit springare · h1 vit torn | a8 svart torn · b8 svart springare · c8 svart löpare · d8 svart drottning · e8 svart kung · f8 svart löpare · h8 svart torn · a7 svart bonde · b7 svart bonde · c7 svart bonde · d7 svart bonde · e7 svart bonde · f7 svart bonde · g7 svart bonde · h7 svart bonde · f6 svart springare · c4 vit bonde · d4 vit bonde · a2 vit bonde · b2 vit bonde · e2 vit bonde · f2 vit bonde · g2 vit bonde · h2 vit bonde · a1 vit torn · b1 vit springare · c1 vit löpare · d1 vit drottning · e1 vit kung · f1 vit löpare · g1 vit springare · h1 vit torn | a8 svart torn · b8 svart springare · c8 svart löpare · d8 svart drottning · e8 svart kung · f8 svart löpare · h8 svart torn · a7 svart bonde · b7 svart bonde · c7 svart bonde · d7 svart bonde · e7 svart bonde · f7 svart bonde · g7 svart bonde · h7 svart bonde · f6 svart springare · c4 vit bonde · d4 vit bonde · a2 vit bonde · b2 vit bonde · e2 vit bonde · f2 vit bonde · g2 vit bonde · h2 vit bonde · a1 vit torn · b1 vit springare · c1 vit löpare · d1 vit drottning · e1 vit kung · f1 vit löpare · g1 vit springare · h1 vit torn | a8 svart torn · b8 svart springare · c8 svart löpare · d8 svart drottning · e8 svart kung · f8 svart löpare · h8 svart torn · a7 svart bonde · b7 svart bonde · c7 svart bonde · d7 svart bonde · e7 svart bonde · f7 svart bonde · g7 svart bonde · h7 svart bonde · f6 svart springare · c4 vit bonde · d4 vit bonde · a2 vit bonde · b2 vit bonde · e2 vit bonde · f2 vit bonde · g2 vit bonde · h2 vit bonde · a1 vit torn · b1 vit springare · c1 vit löpare · d1 vit drottning · e1 vit kung · f1 vit löpare · g1 vit springare · h1 vit torn | 4 |
| 3 | a8 svart torn · b8 svart springare · c8 svart löpare · d8 svart drottning · e8 svart kung · f8 svart löpare · h8 svart torn · a7 svart bonde · b7 svart bonde · c7 svart bonde · d7 svart bonde · e7 svart bonde · f7 svart bonde · g7 svart bonde · h7 svart bonde · f6 svart springare · c4 vit bonde · d4 vit bonde · a2 vit bonde · b2 vit bonde · e2 vit bonde · f2 vit bonde · g2 vit bonde · h2 vit bonde · a1 vit torn · b1 vit springare · c1 vit löpare · d1 vit drottning · e1 vit kung · f1 vit löpare · g1 vit springare · h1 vit torn | a8 svart torn · b8 svart springare · c8 svart löpare · d8 svart drottning · e8 svart kung · f8 svart löpare · h8 svart torn · a7 svart bonde · b7 svart bonde · c7 svart bonde · d7 svart bonde · e7 svart bonde · f7 svart bonde · g7 svart bonde · h7 svart bonde · f6 svart springare · c4 vit bonde · d4 vit bonde · a2 vit bonde · b2 vit bonde · e2 vit bonde · f2 vit bonde · g2 vit bonde · h2 vit bonde · a1 vit torn · b1 vit springare · c1 vit löpare · d1 vit drottning · e1 vit kung · f1 vit löpare · g1 vit springare · h1 vit torn | a8 svart torn · b8 svart springare · c8 svart löpare · d8 svart drottning · e8 svart kung · f8 svart löpare · h8 svart torn · a7 svart bonde · b7 svart bonde · c7 svart bonde · d7 svart bonde · e7 svart bonde · f7 svart bonde · g7 svart bonde · h7 svart bonde · f6 svart springare · c4 vit bonde · d4 vit bonde · a2 vit bonde · b2 vit bonde · e2 vit bonde · f2 vit bonde · g2 vit bonde · h2 vit bonde · a1 vit torn · b1 vit springare · c1 vit löpare · d1 vit drottning · e1 vit kung · f1 vit löpare · g1 vit springare · h1 vit torn | a8 svart torn · b8 svart springare · c8 svart löpare · d8 svart drottning · e8 svart kung · f8 svart löpare · h8 svart torn · a7 svart bonde · b7 svart bonde · c7 svart bonde · d7 svart bonde · e7 svart bonde · f7 svart bonde · g7 svart bonde · h7 svart bonde · f6 svart springare · c4 vit bonde · d4 vit bonde · a2 vit bonde · b2 vit bonde · e2 vit bonde · f2 vit bonde · g2 vit bonde · h2 vit bonde · a1 vit torn · b1 vit springare · c1 vit löpare · d1 vit drottning · e1 vit kung · f1 vit löpare · g1 vit springare · h1 vit torn | a8 svart torn · b8 svart springare · c8 svart löpare · d8 svart drottning · e8 svart kung · f8 svart löpare · h8 svart torn · a7 svart bonde · b7 svart bonde · c7 svart bonde · d7 svart bonde · e7 svart bonde · f7 svart bonde · g7 svart bonde · h7 svart bonde · f6 svart springare · c4 vit bonde · d4 vit bonde · a2 vit bonde · b2 vit bonde · e2 vit bonde · f2 vit bonde · g2 vit bonde · h2 vit bonde · a1 vit torn · b1 vit springare · c1 vit löpare · d1 vit drottning · e1 vit kung · f1 vit löpare · g1 vit springare · h1 vit torn | a8 svart torn · b8 svart springare · c8 svart löpare · d8 svart drottning · e8 svart kung · f8 svart löpare · h8 svart torn · a7 svart bonde · b7 svart bonde · c7 svart bonde · d7 svart bonde · e7 svart bonde · f7 svart bonde · g7 svart bonde · h7 svart bonde · f6 svart springare · c4 vit bonde · d4 vit bonde · a2 vit bonde · b2 vit bonde · e2 vit bonde · f2 vit bonde · g2 vit bonde · h2 vit bonde · a1 vit torn · b1 vit springare · c1 vit löpare · d1 vit drottning · e1 vit kung · f1 vit löpare · g1 vit springare · h1 vit torn | a8 svart torn · b8 svart springare · c8 svart löpare · d8 svart drottning · e8 svart kung · f8 svart löpare · h8 svart torn · a7 svart bonde · b7 svart bonde · c7 svart bonde · d7 svart bonde · e7 svart bonde · f7 svart bonde · g7 svart bonde · h7 svart bonde · f6 svart springare · c4 vit bonde · d4 vit bonde · a2 vit bonde · b2 vit bonde · e2 vit bonde · f2 vit bonde · g2 vit bonde · h2 vit bonde · a1 vit torn · b1 vit springare · c1 vit löpare · d1 vit drottning · e1 vit kung · f1 vit löpare · g1 vit springare · h1 vit torn | a8 svart torn · b8 svart springare · c8 svart löpare · d8 svart drottning · e8 svart kung · f8 svart löpare · h8 svart torn · a7 svart bonde · b7 svart bonde · c7 svart bonde · d7 svart bonde · e7 svart bonde · f7 svart bonde · g7 svart bonde · h7 svart bonde · f6 svart springare · c4 vit bonde · d4 vit bonde · a2 vit bonde · b2 vit bonde · e2 vit bonde · f2 vit bonde · g2 vit bonde · h2 vit bonde · a1 vit torn · b1 vit springare · c1 vit löpare · d1 vit drottning · e1 vit kung · f1 vit löpare · g1 vit springare · h1 vit torn | 3 |
| 2 | a8 svart torn · b8 svart springare · c8 svart löpare · d8 svart drottning · e8 svart kung · f8 svart löpare · h8 svart torn · a7 svart bonde · b7 svart bonde · c7 svart bonde · d7 svart bonde · e7 svart bonde · f7 svart bonde · g7 svart bonde · h7 svart bonde · f6 svart springare · c4 vit bonde · d4 vit bonde · a2 vit bonde · b2 vit bonde · e2 vit bonde · f2 vit bonde · g2 vit bonde · h2 vit bonde · a1 vit torn · b1 vit springare · c1 vit löpare · d1 vit drottning · e1 vit kung · f1 vit löpare · g1 vit springare · h1 vit torn | a8 svart torn · b8 svart springare · c8 svart löpare · d8 svart drottning · e8 svart kung · f8 svart löpare · h8 svart torn · a7 svart bonde · b7 svart bonde · c7 svart bonde · d7 svart bonde · e7 svart bonde · f7 svart bonde · g7 svart bonde · h7 svart bonde · f6 svart springare · c4 vit bonde · d4 vit bonde · a2 vit bonde · b2 vit bonde · e2 vit bonde · f2 vit bonde · g2 vit bonde · h2 vit bonde · a1 vit torn · b1 vit springare · c1 vit löpare · d1 vit drottning · e1 vit kung · f1 vit löpare · g1 vit springare · h1 vit torn | a8 svart torn · b8 svart springare · c8 svart löpare · d8 svart drottning · e8 svart kung · f8 svart löpare · h8 svart torn · a7 svart bonde · b7 svart bonde · c7 svart bonde · d7 svart bonde · e7 svart bonde · f7 svart bonde · g7 svart bonde · h7 svart bonde · f6 svart springare · c4 vit bonde · d4 vit bonde · a2 vit bonde · b2 vit bonde · e2 vit bonde · f2 vit bonde · g2 vit bonde · h2 vit bonde · a1 vit torn · b1 vit springare · c1 vit löpare · d1 vit drottning · e1 vit kung · f1 vit löpare · g1 vit springare · h1 vit torn | a8 svart torn · b8 svart springare · c8 svart löpare · d8 svart drottning · e8 svart kung · f8 svart löpare · h8 svart torn · a7 svart bonde · b7 svart bonde · c7 svart bonde · d7 svart bonde · e7 svart bonde · f7 svart bonde · g7 svart bonde · h7 svart bonde · f6 svart springare · c4 vit bonde · d4 vit bonde · a2 vit bonde · b2 vit bonde · e2 vit bonde · f2 vit bonde · g2 vit bonde · h2 vit bonde · a1 vit torn · b1 vit springare · c1 vit löpare · d1 vit drottning · e1 vit kung · f1 vit löpare · g1 vit springare · h1 vit torn | a8 svart torn · b8 svart springare · c8 svart löpare · d8 svart drottning · e8 svart kung · f8 svart löpare · h8 svart torn · a7 svart bonde · b7 svart bonde · c7 svart bonde · d7 svart bonde · e7 svart bonde · f7 svart bonde · g7 svart bonde · h7 svart bonde · f6 svart springare · c4 vit bonde · d4 vit bonde · a2 vit bonde · b2 vit bonde · e2 vit bonde · f2 vit bonde · g2 vit bonde · h2 vit bonde · a1 vit torn · b1 vit springare · c1 vit löpare · d1 vit drottning · e1 vit kung · f1 vit löpare · g1 vit springare · h1 vit torn | a8 svart torn · b8 svart springare · c8 svart löpare · d8 svart drottning · e8 svart kung · f8 svart löpare · h8 svart torn · a7 svart bonde · b7 svart bonde · c7 svart bonde · d7 svart bonde · e7 svart bonde · f7 svart bonde · g7 svart bonde · h7 svart bonde · f6 svart springare · c4 vit bonde · d4 vit bonde · a2 vit bonde · b2 vit bonde · e2 vit bonde · f2 vit bonde · g2 vit bonde · h2 vit bonde · a1 vit torn · b1 vit springare · c1 vit löpare · d1 vit drottning · e1 vit kung · f1 vit löpare · g1 vit springare · h1 vit torn | a8 svart torn · b8 svart springare · c8 svart löpare · d8 svart drottning · e8 svart kung · f8 svart löpare · h8 svart torn · a7 svart bonde · b7 svart bonde · c7 svart bonde · d7 svart bonde · e7 svart bonde · f7 svart bonde · g7 svart bonde · h7 svart bonde · f6 svart springare · c4 vit bonde · d4 vit bonde · a2 vit bonde · b2 vit bonde · e2 vit bonde · f2 vit bonde · g2 vit bonde · h2 vit bonde · a1 vit torn · b1 vit springare · c1 vit löpare · d1 vit drottning · e1 vit kung · f1 vit löpare · g1 vit springare · h1 vit torn | a8 svart torn · b8 svart springare · c8 svart löpare · d8 svart drottning · e8 svart kung · f8 svart löpare · h8 svart torn · a7 svart bonde · b7 svart bonde · c7 svart bonde · d7 svart bonde · e7 svart bonde · f7 svart bonde · g7 svart bonde · h7 svart bonde · f6 svart springare · c4 vit bonde · d4 vit bonde · a2 vit bonde · b2 vit bonde · e2 vit bonde · f2 vit bonde · g2 vit bonde · h2 vit bonde · a1 vit torn · b1 vit springare · c1 vit löpare · d1 vit drottning · e1 vit kung · f1 vit löpare · g1 vit springare · h1 vit torn | 2 |
| 1 | a8 svart torn · b8 svart springare · c8 svart löpare · d8 svart drottning · e8 svart kung · f8 svart löpare · h8 svart torn · a7 svart bonde · b7 svart bonde · c7 svart bonde · d7 svart bonde · e7 svart bonde · f7 svart bonde · g7 svart bonde · h7 svart bonde · f6 svart springare · c4 vit bonde · d4 vit bonde · a2 vit bonde · b2 vit bonde · e2 vit bonde · f2 vit bonde · g2 vit bonde · h2 vit bonde · a1 vit torn · b1 vit springare · c1 vit löpare · d1 vit drottning · e1 vit kung · f1 vit löpare · g1 vit springare · h1 vit torn | a8 svart torn · b8 svart springare · c8 svart löpare · d8 svart drottning · e8 svart kung · f8 svart löpare · h8 svart torn · a7 svart bonde · b7 svart bonde · c7 svart bonde · d7 svart bonde · e7 svart bonde · f7 svart bonde · g7 svart bonde · h7 svart bonde · f6 svart springare · c4 vit bonde · d4 vit bonde · a2 vit bonde · b2 vit bonde · e2 vit bonde · f2 vit bonde · g2 vit bonde · h2 vit bonde · a1 vit torn · b1 vit springare · c1 vit löpare · d1 vit drottning · e1 vit kung · f1 vit löpare · g1 vit springare · h1 vit torn | a8 svart torn · b8 svart springare · c8 svart löpare · d8 svart drottning · e8 svart kung · f8 svart löpare · h8 svart torn · a7 svart bonde · b7 svart bonde · c7 svart bonde · d7 svart bonde · e7 svart bonde · f7 svart bonde · g7 svart bonde · h7 svart bonde · f6 svart springare · c4 vit bonde · d4 vit bonde · a2 vit bonde · b2 vit bonde · e2 vit bonde · f2 vit bonde · g2 vit bonde · h2 vit bonde · a1 vit torn · b1 vit springare · c1 vit löpare · d1 vit drottning · e1 vit kung · f1 vit löpare · g1 vit springare · h1 vit torn | a8 svart torn · b8 svart springare · c8 svart löpare · d8 svart drottning · e8 svart kung · f8 svart löpare · h8 svart torn · a7 svart bonde · b7 svart bonde · c7 svart bonde · d7 svart bonde · e7 svart bonde · f7 svart bonde · g7 svart bonde · h7 svart bonde · f6 svart springare · c4 vit bonde · d4 vit bonde · a2 vit bonde · b2 vit bonde · e2 vit bonde · f2 vit bonde · g2 vit bonde · h2 vit bonde · a1 vit torn · b1 vit springare · c1 vit löpare · d1 vit drottning · e1 vit kung · f1 vit löpare · g1 vit springare · h1 vit torn | a8 svart torn · b8 svart springare · c8 svart löpare · d8 svart drottning · e8 svart kung · f8 svart löpare · h8 svart torn · a7 svart bonde · b7 svart bonde · c7 svart bonde · d7 svart bonde · e7 svart bonde · f7 svart bonde · g7 svart bonde · h7 svart bonde · f6 svart springare · c4 vit bonde · d4 vit bonde · a2 vit bonde · b2 vit bonde · e2 vit bonde · f2 vit bonde · g2 vit bonde · h2 vit bonde · a1 vit torn · b1 vit springare · c1 vit löpare · d1 vit drottning · e1 vit kung · f1 vit löpare · g1 vit springare · h1 vit torn | a8 svart torn · b8 svart springare · c8 svart löpare · d8 svart drottning · e8 svart kung · f8 svart löpare · h8 svart torn · a7 svart bonde · b7 svart bonde · c7 svart bonde · d7 svart bonde · e7 svart bonde · f7 svart bonde · g7 svart bonde · h7 svart bonde · f6 svart springare · c4 vit bonde · d4 vit bonde · a2 vit bonde · b2 vit bonde · e2 vit bonde · f2 vit bonde · g2 vit bonde · h2 vit bonde · a1 vit torn · b1 vit springare · c1 vit löpare · d1 vit drottning · e1 vit kung · f1 vit löpare · g1 vit springare · h1 vit torn | a8 svart torn · b8 svart springare · c8 svart löpare · d8 svart drottning · e8 svart kung · f8 svart löpare · h8 svart torn · a7 svart bonde · b7 svart bonde · c7 svart bonde · d7 svart bonde · e7 svart bonde · f7 svart bonde · g7 svart bonde · h7 svart bonde · f6 svart springare · c4 vit bonde · d4 vit bonde · a2 vit bonde · b2 vit bonde · e2 vit bonde · f2 vit bonde · g2 vit bonde · h2 vit bonde · a1 vit torn · b1 vit springare · c1 vit löpare · d1 vit drottning · e1 vit kung · f1 vit löpare · g1 vit springare · h1 vit torn | a8 svart torn · b8 svart springare · c8 svart löpare · d8 svart drottning · e8 svart kung · f8 svart löpare · h8 svart torn · a7 svart bonde · b7 svart bonde · c7 svart bonde · d7 svart bonde · e7 svart bonde · f7 svart bonde · g7 svart bonde · h7 svart bonde · f6 svart springare · c4 vit bonde · d4 vit bonde · a2 vit bonde · b2 vit bonde · e2 vit bonde · f2 vit bonde · g2 vit bonde · h2 vit bonde · a1 vit torn · b1 vit springare · c1 vit löpare · d1 vit drottning · e1 vit kung · f1 vit löpare · g1 vit springare · h1 vit torn | 1 |
|   | a | b | c | d | e | f | g | h |   |

A50 Dambondespel
1.d4 Sf6 2.c4
A51 Budapestgambit
1.d4 Sf6 2.c4 e5
A52 Budapestgambit
1.d4 Sf6 2.c4 e5 3.dxe5 Sg4
A53 Gammelindiskt försvar
1.d4 Sf6 2.c4 d6
A54 Gammelindiskt, Ukrainska varianten, 4.Sf3
1.d4 Sf6 2.c4 d6 3.Sc3 e5 4.Sf3
A55 Gammelindiskt, huvudvarianten
1.d4 Sf6 2.c4 d6 3.Sc3 e5 4.Sf3 Sbd7 5.e4
A56 Benoniförsvaret
1.d4 Sf6 2.c4 c5
A57 Benkögambit
1.d4 Sf6 2.c4 c5 3.d5 b5
A58 Benkögambit
1.d4 Sf6 2.c4 c5 3.d5 b5 4.cxb5 a6 5.bxa6
A59 Benkögambit
1.d4 Sf6 2.c4 c5 3.d5 b5 4.cxb5 a6 5.bxa6 Lxa6 6.Sc3 d6 7.e4
|   | a | b | c | d | e | f | g | h |   |
| 8 | a8 svart torn · b8 svart springare · c8 svart löpare · d8 svart drottning · e8 svart kung · f8 svart löpare · h8 svart torn · a7 svart bonde · b7 svart bonde · d7 svart bonde · f7 svart bonde · g7 svart bonde · h7 svart bonde · e6 svart bonde · f6 svart springare · c5 svart bonde · d5 vit bonde · c4 vit bonde · a2 vit bonde · b2 vit bonde · e2 vit bonde · f2 vit bonde · g2 vit bonde · h2 vit bonde · a1 vit torn · b1 vit springare · c1 vit löpare · d1 vit drottning · e1 vit kung · f1 vit löpare · g1 vit springare · h1 vit torn | a8 svart torn · b8 svart springare · c8 svart löpare · d8 svart drottning · e8 svart kung · f8 svart löpare · h8 svart torn · a7 svart bonde · b7 svart bonde · d7 svart bonde · f7 svart bonde · g7 svart bonde · h7 svart bonde · e6 svart bonde · f6 svart springare · c5 svart bonde · d5 vit bonde · c4 vit bonde · a2 vit bonde · b2 vit bonde · e2 vit bonde · f2 vit bonde · g2 vit bonde · h2 vit bonde · a1 vit torn · b1 vit springare · c1 vit löpare · d1 vit drottning · e1 vit kung · f1 vit löpare · g1 vit springare · h1 vit torn | a8 svart torn · b8 svart springare · c8 svart löpare · d8 svart drottning · e8 svart kung · f8 svart löpare · h8 svart torn · a7 svart bonde · b7 svart bonde · d7 svart bonde · f7 svart bonde · g7 svart bonde · h7 svart bonde · e6 svart bonde · f6 svart springare · c5 svart bonde · d5 vit bonde · c4 vit bonde · a2 vit bonde · b2 vit bonde · e2 vit bonde · f2 vit bonde · g2 vit bonde · h2 vit bonde · a1 vit torn · b1 vit springare · c1 vit löpare · d1 vit drottning · e1 vit kung · f1 vit löpare · g1 vit springare · h1 vit torn | a8 svart torn · b8 svart springare · c8 svart löpare · d8 svart drottning · e8 svart kung · f8 svart löpare · h8 svart torn · a7 svart bonde · b7 svart bonde · d7 svart bonde · f7 svart bonde · g7 svart bonde · h7 svart bonde · e6 svart bonde · f6 svart springare · c5 svart bonde · d5 vit bonde · c4 vit bonde · a2 vit bonde · b2 vit bonde · e2 vit bonde · f2 vit bonde · g2 vit bonde · h2 vit bonde · a1 vit torn · b1 vit springare · c1 vit löpare · d1 vit drottning · e1 vit kung · f1 vit löpare · g1 vit springare · h1 vit torn | a8 svart torn · b8 svart springare · c8 svart löpare · d8 svart drottning · e8 svart kung · f8 svart löpare · h8 svart torn · a7 svart bonde · b7 svart bonde · d7 svart bonde · f7 svart bonde · g7 svart bonde · h7 svart bonde · e6 svart bonde · f6 svart springare · c5 svart bonde · d5 vit bonde · c4 vit bonde · a2 vit bonde · b2 vit bonde · e2 vit bonde · f2 vit bonde · g2 vit bonde · h2 vit bonde · a1 vit torn · b1 vit springare · c1 vit löpare · d1 vit drottning · e1 vit kung · f1 vit löpare · g1 vit springare · h1 vit torn | a8 svart torn · b8 svart springare · c8 svart löpare · d8 svart drottning · e8 svart kung · f8 svart löpare · h8 svart torn · a7 svart bonde · b7 svart bonde · d7 svart bonde · f7 svart bonde · g7 svart bonde · h7 svart bonde · e6 svart bonde · f6 svart springare · c5 svart bonde · d5 vit bonde · c4 vit bonde · a2 vit bonde · b2 vit bonde · e2 vit bonde · f2 vit bonde · g2 vit bonde · h2 vit bonde · a1 vit torn · b1 vit springare · c1 vit löpare · d1 vit drottning · e1 vit kung · f1 vit löpare · g1 vit springare · h1 vit torn | a8 svart torn · b8 svart springare · c8 svart löpare · d8 svart drottning · e8 svart kung · f8 svart löpare · h8 svart torn · a7 svart bonde · b7 svart bonde · d7 svart bonde · f7 svart bonde · g7 svart bonde · h7 svart bonde · e6 svart bonde · f6 svart springare · c5 svart bonde · d5 vit bonde · c4 vit bonde · a2 vit bonde · b2 vit bonde · e2 vit bonde · f2 vit bonde · g2 vit bonde · h2 vit bonde · a1 vit torn · b1 vit springare · c1 vit löpare · d1 vit drottning · e1 vit kung · f1 vit löpare · g1 vit springare · h1 vit torn | a8 svart torn · b8 svart springare · c8 svart löpare · d8 svart drottning · e8 svart kung · f8 svart löpare · h8 svart torn · a7 svart bonde · b7 svart bonde · d7 svart bonde · f7 svart bonde · g7 svart bonde · h7 svart bonde · e6 svart bonde · f6 svart springare · c5 svart bonde · d5 vit bonde · c4 vit bonde · a2 vit bonde · b2 vit bonde · e2 vit bonde · f2 vit bonde · g2 vit bonde · h2 vit bonde · a1 vit torn · b1 vit springare · c1 vit löpare · d1 vit drottning · e1 vit kung · f1 vit löpare · g1 vit springare · h1 vit torn | 8 |
| 7 | a8 svart torn · b8 svart springare · c8 svart löpare · d8 svart drottning · e8 svart kung · f8 svart löpare · h8 svart torn · a7 svart bonde · b7 svart bonde · d7 svart bonde · f7 svart bonde · g7 svart bonde · h7 svart bonde · e6 svart bonde · f6 svart springare · c5 svart bonde · d5 vit bonde · c4 vit bonde · a2 vit bonde · b2 vit bonde · e2 vit bonde · f2 vit bonde · g2 vit bonde · h2 vit bonde · a1 vit torn · b1 vit springare · c1 vit löpare · d1 vit drottning · e1 vit kung · f1 vit löpare · g1 vit springare · h1 vit torn | a8 svart torn · b8 svart springare · c8 svart löpare · d8 svart drottning · e8 svart kung · f8 svart löpare · h8 svart torn · a7 svart bonde · b7 svart bonde · d7 svart bonde · f7 svart bonde · g7 svart bonde · h7 svart bonde · e6 svart bonde · f6 svart springare · c5 svart bonde · d5 vit bonde · c4 vit bonde · a2 vit bonde · b2 vit bonde · e2 vit bonde · f2 vit bonde · g2 vit bonde · h2 vit bonde · a1 vit torn · b1 vit springare · c1 vit löpare · d1 vit drottning · e1 vit kung · f1 vit löpare · g1 vit springare · h1 vit torn | a8 svart torn · b8 svart springare · c8 svart löpare · d8 svart drottning · e8 svart kung · f8 svart löpare · h8 svart torn · a7 svart bonde · b7 svart bonde · d7 svart bonde · f7 svart bonde · g7 svart bonde · h7 svart bonde · e6 svart bonde · f6 svart springare · c5 svart bonde · d5 vit bonde · c4 vit bonde · a2 vit bonde · b2 vit bonde · e2 vit bonde · f2 vit bonde · g2 vit bonde · h2 vit bonde · a1 vit torn · b1 vit springare · c1 vit löpare · d1 vit drottning · e1 vit kung · f1 vit löpare · g1 vit springare · h1 vit torn | a8 svart torn · b8 svart springare · c8 svart löpare · d8 svart drottning · e8 svart kung · f8 svart löpare · h8 svart torn · a7 svart bonde · b7 svart bonde · d7 svart bonde · f7 svart bonde · g7 svart bonde · h7 svart bonde · e6 svart bonde · f6 svart springare · c5 svart bonde · d5 vit bonde · c4 vit bonde · a2 vit bonde · b2 vit bonde · e2 vit bonde · f2 vit bonde · g2 vit bonde · h2 vit bonde · a1 vit torn · b1 vit springare · c1 vit löpare · d1 vit drottning · e1 vit kung · f1 vit löpare · g1 vit springare · h1 vit torn | a8 svart torn · b8 svart springare · c8 svart löpare · d8 svart drottning · e8 svart kung · f8 svart löpare · h8 svart torn · a7 svart bonde · b7 svart bonde · d7 svart bonde · f7 svart bonde · g7 svart bonde · h7 svart bonde · e6 svart bonde · f6 svart springare · c5 svart bonde · d5 vit bonde · c4 vit bonde · a2 vit bonde · b2 vit bonde · e2 vit bonde · f2 vit bonde · g2 vit bonde · h2 vit bonde · a1 vit torn · b1 vit springare · c1 vit löpare · d1 vit drottning · e1 vit kung · f1 vit löpare · g1 vit springare · h1 vit torn | a8 svart torn · b8 svart springare · c8 svart löpare · d8 svart drottning · e8 svart kung · f8 svart löpare · h8 svart torn · a7 svart bonde · b7 svart bonde · d7 svart bonde · f7 svart bonde · g7 svart bonde · h7 svart bonde · e6 svart bonde · f6 svart springare · c5 svart bonde · d5 vit bonde · c4 vit bonde · a2 vit bonde · b2 vit bonde · e2 vit bonde · f2 vit bonde · g2 vit bonde · h2 vit bonde · a1 vit torn · b1 vit springare · c1 vit löpare · d1 vit drottning · e1 vit kung · f1 vit löpare · g1 vit springare · h1 vit torn | a8 svart torn · b8 svart springare · c8 svart löpare · d8 svart drottning · e8 svart kung · f8 svart löpare · h8 svart torn · a7 svart bonde · b7 svart bonde · d7 svart bonde · f7 svart bonde · g7 svart bonde · h7 svart bonde · e6 svart bonde · f6 svart springare · c5 svart bonde · d5 vit bonde · c4 vit bonde · a2 vit bonde · b2 vit bonde · e2 vit bonde · f2 vit bonde · g2 vit bonde · h2 vit bonde · a1 vit torn · b1 vit springare · c1 vit löpare · d1 vit drottning · e1 vit kung · f1 vit löpare · g1 vit springare · h1 vit torn | a8 svart torn · b8 svart springare · c8 svart löpare · d8 svart drottning · e8 svart kung · f8 svart löpare · h8 svart torn · a7 svart bonde · b7 svart bonde · d7 svart bonde · f7 svart bonde · g7 svart bonde · h7 svart bonde · e6 svart bonde · f6 svart springare · c5 svart bonde · d5 vit bonde · c4 vit bonde · a2 vit bonde · b2 vit bonde · e2 vit bonde · f2 vit bonde · g2 vit bonde · h2 vit bonde · a1 vit torn · b1 vit springare · c1 vit löpare · d1 vit drottning · e1 vit kung · f1 vit löpare · g1 vit springare · h1 vit torn | 7 |
| 6 | a8 svart torn · b8 svart springare · c8 svart löpare · d8 svart drottning · e8 svart kung · f8 svart löpare · h8 svart torn · a7 svart bonde · b7 svart bonde · d7 svart bonde · f7 svart bonde · g7 svart bonde · h7 svart bonde · e6 svart bonde · f6 svart springare · c5 svart bonde · d5 vit bonde · c4 vit bonde · a2 vit bonde · b2 vit bonde · e2 vit bonde · f2 vit bonde · g2 vit bonde · h2 vit bonde · a1 vit torn · b1 vit springare · c1 vit löpare · d1 vit drottning · e1 vit kung · f1 vit löpare · g1 vit springare · h1 vit torn | a8 svart torn · b8 svart springare · c8 svart löpare · d8 svart drottning · e8 svart kung · f8 svart löpare · h8 svart torn · a7 svart bonde · b7 svart bonde · d7 svart bonde · f7 svart bonde · g7 svart bonde · h7 svart bonde · e6 svart bonde · f6 svart springare · c5 svart bonde · d5 vit bonde · c4 vit bonde · a2 vit bonde · b2 vit bonde · e2 vit bonde · f2 vit bonde · g2 vit bonde · h2 vit bonde · a1 vit torn · b1 vit springare · c1 vit löpare · d1 vit drottning · e1 vit kung · f1 vit löpare · g1 vit springare · h1 vit torn | a8 svart torn · b8 svart springare · c8 svart löpare · d8 svart drottning · e8 svart kung · f8 svart löpare · h8 svart torn · a7 svart bonde · b7 svart bonde · d7 svart bonde · f7 svart bonde · g7 svart bonde · h7 svart bonde · e6 svart bonde · f6 svart springare · c5 svart bonde · d5 vit bonde · c4 vit bonde · a2 vit bonde · b2 vit bonde · e2 vit bonde · f2 vit bonde · g2 vit bonde · h2 vit bonde · a1 vit torn · b1 vit springare · c1 vit löpare · d1 vit drottning · e1 vit kung · f1 vit löpare · g1 vit springare · h1 vit torn | a8 svart torn · b8 svart springare · c8 svart löpare · d8 svart drottning · e8 svart kung · f8 svart löpare · h8 svart torn · a7 svart bonde · b7 svart bonde · d7 svart bonde · f7 svart bonde · g7 svart bonde · h7 svart bonde · e6 svart bonde · f6 svart springare · c5 svart bonde · d5 vit bonde · c4 vit bonde · a2 vit bonde · b2 vit bonde · e2 vit bonde · f2 vit bonde · g2 vit bonde · h2 vit bonde · a1 vit torn · b1 vit springare · c1 vit löpare · d1 vit drottning · e1 vit kung · f1 vit löpare · g1 vit springare · h1 vit torn | a8 svart torn · b8 svart springare · c8 svart löpare · d8 svart drottning · e8 svart kung · f8 svart löpare · h8 svart torn · a7 svart bonde · b7 svart bonde · d7 svart bonde · f7 svart bonde · g7 svart bonde · h7 svart bonde · e6 svart bonde · f6 svart springare · c5 svart bonde · d5 vit bonde · c4 vit bonde · a2 vit bonde · b2 vit bonde · e2 vit bonde · f2 vit bonde · g2 vit bonde · h2 vit bonde · a1 vit torn · b1 vit springare · c1 vit löpare · d1 vit drottning · e1 vit kung · f1 vit löpare · g1 vit springare · h1 vit torn | a8 svart torn · b8 svart springare · c8 svart löpare · d8 svart drottning · e8 svart kung · f8 svart löpare · h8 svart torn · a7 svart bonde · b7 svart bonde · d7 svart bonde · f7 svart bonde · g7 svart bonde · h7 svart bonde · e6 svart bonde · f6 svart springare · c5 svart bonde · d5 vit bonde · c4 vit bonde · a2 vit bonde · b2 vit bonde · e2 vit bonde · f2 vit bonde · g2 vit bonde · h2 vit bonde · a1 vit torn · b1 vit springare · c1 vit löpare · d1 vit drottning · e1 vit kung · f1 vit löpare · g1 vit springare · h1 vit torn | a8 svart torn · b8 svart springare · c8 svart löpare · d8 svart drottning · e8 svart kung · f8 svart löpare · h8 svart torn · a7 svart bonde · b7 svart bonde · d7 svart bonde · f7 svart bonde · g7 svart bonde · h7 svart bonde · e6 svart bonde · f6 svart springare · c5 svart bonde · d5 vit bonde · c4 vit bonde · a2 vit bonde · b2 vit bonde · e2 vit bonde · f2 vit bonde · g2 vit bonde · h2 vit bonde · a1 vit torn · b1 vit springare · c1 vit löpare · d1 vit drottning · e1 vit kung · f1 vit löpare · g1 vit springare · h1 vit torn | a8 svart torn · b8 svart springare · c8 svart löpare · d8 svart drottning · e8 svart kung · f8 svart löpare · h8 svart torn · a7 svart bonde · b7 svart bonde · d7 svart bonde · f7 svart bonde · g7 svart bonde · h7 svart bonde · e6 svart bonde · f6 svart springare · c5 svart bonde · d5 vit bonde · c4 vit bonde · a2 vit bonde · b2 vit bonde · e2 vit bonde · f2 vit bonde · g2 vit bonde · h2 vit bonde · a1 vit torn · b1 vit springare · c1 vit löpare · d1 vit drottning · e1 vit kung · f1 vit löpare · g1 vit springare · h1 vit torn | 6 |
| 5 | a8 svart torn · b8 svart springare · c8 svart löpare · d8 svart drottning · e8 svart kung · f8 svart löpare · h8 svart torn · a7 svart bonde · b7 svart bonde · d7 svart bonde · f7 svart bonde · g7 svart bonde · h7 svart bonde · e6 svart bonde · f6 svart springare · c5 svart bonde · d5 vit bonde · c4 vit bonde · a2 vit bonde · b2 vit bonde · e2 vit bonde · f2 vit bonde · g2 vit bonde · h2 vit bonde · a1 vit torn · b1 vit springare · c1 vit löpare · d1 vit drottning · e1 vit kung · f1 vit löpare · g1 vit springare · h1 vit torn | a8 svart torn · b8 svart springare · c8 svart löpare · d8 svart drottning · e8 svart kung · f8 svart löpare · h8 svart torn · a7 svart bonde · b7 svart bonde · d7 svart bonde · f7 svart bonde · g7 svart bonde · h7 svart bonde · e6 svart bonde · f6 svart springare · c5 svart bonde · d5 vit bonde · c4 vit bonde · a2 vit bonde · b2 vit bonde · e2 vit bonde · f2 vit bonde · g2 vit bonde · h2 vit bonde · a1 vit torn · b1 vit springare · c1 vit löpare · d1 vit drottning · e1 vit kung · f1 vit löpare · g1 vit springare · h1 vit torn | a8 svart torn · b8 svart springare · c8 svart löpare · d8 svart drottning · e8 svart kung · f8 svart löpare · h8 svart torn · a7 svart bonde · b7 svart bonde · d7 svart bonde · f7 svart bonde · g7 svart bonde · h7 svart bonde · e6 svart bonde · f6 svart springare · c5 svart bonde · d5 vit bonde · c4 vit bonde · a2 vit bonde · b2 vit bonde · e2 vit bonde · f2 vit bonde · g2 vit bonde · h2 vit bonde · a1 vit torn · b1 vit springare · c1 vit löpare · d1 vit drottning · e1 vit kung · f1 vit löpare · g1 vit springare · h1 vit torn | a8 svart torn · b8 svart springare · c8 svart löpare · d8 svart drottning · e8 svart kung · f8 svart löpare · h8 svart torn · a7 svart bonde · b7 svart bonde · d7 svart bonde · f7 svart bonde · g7 svart bonde · h7 svart bonde · e6 svart bonde · f6 svart springare · c5 svart bonde · d5 vit bonde · c4 vit bonde · a2 vit bonde · b2 vit bonde · e2 vit bonde · f2 vit bonde · g2 vit bonde · h2 vit bonde · a1 vit torn · b1 vit springare · c1 vit löpare · d1 vit drottning · e1 vit kung · f1 vit löpare · g1 vit springare · h1 vit torn | a8 svart torn · b8 svart springare · c8 svart löpare · d8 svart drottning · e8 svart kung · f8 svart löpare · h8 svart torn · a7 svart bonde · b7 svart bonde · d7 svart bonde · f7 svart bonde · g7 svart bonde · h7 svart bonde · e6 svart bonde · f6 svart springare · c5 svart bonde · d5 vit bonde · c4 vit bonde · a2 vit bonde · b2 vit bonde · e2 vit bonde · f2 vit bonde · g2 vit bonde · h2 vit bonde · a1 vit torn · b1 vit springare · c1 vit löpare · d1 vit drottning · e1 vit kung · f1 vit löpare · g1 vit springare · h1 vit torn | a8 svart torn · b8 svart springare · c8 svart löpare · d8 svart drottning · e8 svart kung · f8 svart löpare · h8 svart torn · a7 svart bonde · b7 svart bonde · d7 svart bonde · f7 svart bonde · g7 svart bonde · h7 svart bonde · e6 svart bonde · f6 svart springare · c5 svart bonde · d5 vit bonde · c4 vit bonde · a2 vit bonde · b2 vit bonde · e2 vit bonde · f2 vit bonde · g2 vit bonde · h2 vit bonde · a1 vit torn · b1 vit springare · c1 vit löpare · d1 vit drottning · e1 vit kung · f1 vit löpare · g1 vit springare · h1 vit torn | a8 svart torn · b8 svart springare · c8 svart löpare · d8 svart drottning · e8 svart kung · f8 svart löpare · h8 svart torn · a7 svart bonde · b7 svart bonde · d7 svart bonde · f7 svart bonde · g7 svart bonde · h7 svart bonde · e6 svart bonde · f6 svart springare · c5 svart bonde · d5 vit bonde · c4 vit bonde · a2 vit bonde · b2 vit bonde · e2 vit bonde · f2 vit bonde · g2 vit bonde · h2 vit bonde · a1 vit torn · b1 vit springare · c1 vit löpare · d1 vit drottning · e1 vit kung · f1 vit löpare · g1 vit springare · h1 vit torn | a8 svart torn · b8 svart springare · c8 svart löpare · d8 svart drottning · e8 svart kung · f8 svart löpare · h8 svart torn · a7 svart bonde · b7 svart bonde · d7 svart bonde · f7 svart bonde · g7 svart bonde · h7 svart bonde · e6 svart bonde · f6 svart springare · c5 svart bonde · d5 vit bonde · c4 vit bonde · a2 vit bonde · b2 vit bonde · e2 vit bonde · f2 vit bonde · g2 vit bonde · h2 vit bonde · a1 vit torn · b1 vit springare · c1 vit löpare · d1 vit drottning · e1 vit kung · f1 vit löpare · g1 vit springare · h1 vit torn | 5 |
| 4 | a8 svart torn · b8 svart springare · c8 svart löpare · d8 svart drottning · e8 svart kung · f8 svart löpare · h8 svart torn · a7 svart bonde · b7 svart bonde · d7 svart bonde · f7 svart bonde · g7 svart bonde · h7 svart bonde · e6 svart bonde · f6 svart springare · c5 svart bonde · d5 vit bonde · c4 vit bonde · a2 vit bonde · b2 vit bonde · e2 vit bonde · f2 vit bonde · g2 vit bonde · h2 vit bonde · a1 vit torn · b1 vit springare · c1 vit löpare · d1 vit drottning · e1 vit kung · f1 vit löpare · g1 vit springare · h1 vit torn | a8 svart torn · b8 svart springare · c8 svart löpare · d8 svart drottning · e8 svart kung · f8 svart löpare · h8 svart torn · a7 svart bonde · b7 svart bonde · d7 svart bonde · f7 svart bonde · g7 svart bonde · h7 svart bonde · e6 svart bonde · f6 svart springare · c5 svart bonde · d5 vit bonde · c4 vit bonde · a2 vit bonde · b2 vit bonde · e2 vit bonde · f2 vit bonde · g2 vit bonde · h2 vit bonde · a1 vit torn · b1 vit springare · c1 vit löpare · d1 vit drottning · e1 vit kung · f1 vit löpare · g1 vit springare · h1 vit torn | a8 svart torn · b8 svart springare · c8 svart löpare · d8 svart drottning · e8 svart kung · f8 svart löpare · h8 svart torn · a7 svart bonde · b7 svart bonde · d7 svart bonde · f7 svart bonde · g7 svart bonde · h7 svart bonde · e6 svart bonde · f6 svart springare · c5 svart bonde · d5 vit bonde · c4 vit bonde · a2 vit bonde · b2 vit bonde · e2 vit bonde · f2 vit bonde · g2 vit bonde · h2 vit bonde · a1 vit torn · b1 vit springare · c1 vit löpare · d1 vit drottning · e1 vit kung · f1 vit löpare · g1 vit springare · h1 vit torn | a8 svart torn · b8 svart springare · c8 svart löpare · d8 svart drottning · e8 svart kung · f8 svart löpare · h8 svart torn · a7 svart bonde · b7 svart bonde · d7 svart bonde · f7 svart bonde · g7 svart bonde · h7 svart bonde · e6 svart bonde · f6 svart springare · c5 svart bonde · d5 vit bonde · c4 vit bonde · a2 vit bonde · b2 vit bonde · e2 vit bonde · f2 vit bonde · g2 vit bonde · h2 vit bonde · a1 vit torn · b1 vit springare · c1 vit löpare · d1 vit drottning · e1 vit kung · f1 vit löpare · g1 vit springare · h1 vit torn | a8 svart torn · b8 svart springare · c8 svart löpare · d8 svart drottning · e8 svart kung · f8 svart löpare · h8 svart torn · a7 svart bonde · b7 svart bonde · d7 svart bonde · f7 svart bonde · g7 svart bonde · h7 svart bonde · e6 svart bonde · f6 svart springare · c5 svart bonde · d5 vit bonde · c4 vit bonde · a2 vit bonde · b2 vit bonde · e2 vit bonde · f2 vit bonde · g2 vit bonde · h2 vit bonde · a1 vit torn · b1 vit springare · c1 vit löpare · d1 vit drottning · e1 vit kung · f1 vit löpare · g1 vit springare · h1 vit torn | a8 svart torn · b8 svart springare · c8 svart löpare · d8 svart drottning · e8 svart kung · f8 svart löpare · h8 svart torn · a7 svart bonde · b7 svart bonde · d7 svart bonde · f7 svart bonde · g7 svart bonde · h7 svart bonde · e6 svart bonde · f6 svart springare · c5 svart bonde · d5 vit bonde · c4 vit bonde · a2 vit bonde · b2 vit bonde · e2 vit bonde · f2 vit bonde · g2 vit bonde · h2 vit bonde · a1 vit torn · b1 vit springare · c1 vit löpare · d1 vit drottning · e1 vit kung · f1 vit löpare · g1 vit springare · h1 vit torn | a8 svart torn · b8 svart springare · c8 svart löpare · d8 svart drottning · e8 svart kung · f8 svart löpare · h8 svart torn · a7 svart bonde · b7 svart bonde · d7 svart bonde · f7 svart bonde · g7 svart bonde · h7 svart bonde · e6 svart bonde · f6 svart springare · c5 svart bonde · d5 vit bonde · c4 vit bonde · a2 vit bonde · b2 vit bonde · e2 vit bonde · f2 vit bonde · g2 vit bonde · h2 vit bonde · a1 vit torn · b1 vit springare · c1 vit löpare · d1 vit drottning · e1 vit kung · f1 vit löpare · g1 vit springare · h1 vit torn | a8 svart torn · b8 svart springare · c8 svart löpare · d8 svart drottning · e8 svart kung · f8 svart löpare · h8 svart torn · a7 svart bonde · b7 svart bonde · d7 svart bonde · f7 svart bonde · g7 svart bonde · h7 svart bonde · e6 svart bonde · f6 svart springare · c5 svart bonde · d5 vit bonde · c4 vit bonde · a2 vit bonde · b2 vit bonde · e2 vit bonde · f2 vit bonde · g2 vit bonde · h2 vit bonde · a1 vit torn · b1 vit springare · c1 vit löpare · d1 vit drottning · e1 vit kung · f1 vit löpare · g1 vit springare · h1 vit torn | 4 |
| 3 | a8 svart torn · b8 svart springare · c8 svart löpare · d8 svart drottning · e8 svart kung · f8 svart löpare · h8 svart torn · a7 svart bonde · b7 svart bonde · d7 svart bonde · f7 svart bonde · g7 svart bonde · h7 svart bonde · e6 svart bonde · f6 svart springare · c5 svart bonde · d5 vit bonde · c4 vit bonde · a2 vit bonde · b2 vit bonde · e2 vit bonde · f2 vit bonde · g2 vit bonde · h2 vit bonde · a1 vit torn · b1 vit springare · c1 vit löpare · d1 vit drottning · e1 vit kung · f1 vit löpare · g1 vit springare · h1 vit torn | a8 svart torn · b8 svart springare · c8 svart löpare · d8 svart drottning · e8 svart kung · f8 svart löpare · h8 svart torn · a7 svart bonde · b7 svart bonde · d7 svart bonde · f7 svart bonde · g7 svart bonde · h7 svart bonde · e6 svart bonde · f6 svart springare · c5 svart bonde · d5 vit bonde · c4 vit bonde · a2 vit bonde · b2 vit bonde · e2 vit bonde · f2 vit bonde · g2 vit bonde · h2 vit bonde · a1 vit torn · b1 vit springare · c1 vit löpare · d1 vit drottning · e1 vit kung · f1 vit löpare · g1 vit springare · h1 vit torn | a8 svart torn · b8 svart springare · c8 svart löpare · d8 svart drottning · e8 svart kung · f8 svart löpare · h8 svart torn · a7 svart bonde · b7 svart bonde · d7 svart bonde · f7 svart bonde · g7 svart bonde · h7 svart bonde · e6 svart bonde · f6 svart springare · c5 svart bonde · d5 vit bonde · c4 vit bonde · a2 vit bonde · b2 vit bonde · e2 vit bonde · f2 vit bonde · g2 vit bonde · h2 vit bonde · a1 vit torn · b1 vit springare · c1 vit löpare · d1 vit drottning · e1 vit kung · f1 vit löpare · g1 vit springare · h1 vit torn | a8 svart torn · b8 svart springare · c8 svart löpare · d8 svart drottning · e8 svart kung · f8 svart löpare · h8 svart torn · a7 svart bonde · b7 svart bonde · d7 svart bonde · f7 svart bonde · g7 svart bonde · h7 svart bonde · e6 svart bonde · f6 svart springare · c5 svart bonde · d5 vit bonde · c4 vit bonde · a2 vit bonde · b2 vit bonde · e2 vit bonde · f2 vit bonde · g2 vit bonde · h2 vit bonde · a1 vit torn · b1 vit springare · c1 vit löpare · d1 vit drottning · e1 vit kung · f1 vit löpare · g1 vit springare · h1 vit torn | a8 svart torn · b8 svart springare · c8 svart löpare · d8 svart drottning · e8 svart kung · f8 svart löpare · h8 svart torn · a7 svart bonde · b7 svart bonde · d7 svart bonde · f7 svart bonde · g7 svart bonde · h7 svart bonde · e6 svart bonde · f6 svart springare · c5 svart bonde · d5 vit bonde · c4 vit bonde · a2 vit bonde · b2 vit bonde · e2 vit bonde · f2 vit bonde · g2 vit bonde · h2 vit bonde · a1 vit torn · b1 vit springare · c1 vit löpare · d1 vit drottning · e1 vit kung · f1 vit löpare · g1 vit springare · h1 vit torn | a8 svart torn · b8 svart springare · c8 svart löpare · d8 svart drottning · e8 svart kung · f8 svart löpare · h8 svart torn · a7 svart bonde · b7 svart bonde · d7 svart bonde · f7 svart bonde · g7 svart bonde · h7 svart bonde · e6 svart bonde · f6 svart springare · c5 svart bonde · d5 vit bonde · c4 vit bonde · a2 vit bonde · b2 vit bonde · e2 vit bonde · f2 vit bonde · g2 vit bonde · h2 vit bonde · a1 vit torn · b1 vit springare · c1 vit löpare · d1 vit drottning · e1 vit kung · f1 vit löpare · g1 vit springare · h1 vit torn | a8 svart torn · b8 svart springare · c8 svart löpare · d8 svart drottning · e8 svart kung · f8 svart löpare · h8 svart torn · a7 svart bonde · b7 svart bonde · d7 svart bonde · f7 svart bonde · g7 svart bonde · h7 svart bonde · e6 svart bonde · f6 svart springare · c5 svart bonde · d5 vit bonde · c4 vit bonde · a2 vit bonde · b2 vit bonde · e2 vit bonde · f2 vit bonde · g2 vit bonde · h2 vit bonde · a1 vit torn · b1 vit springare · c1 vit löpare · d1 vit drottning · e1 vit kung · f1 vit löpare · g1 vit springare · h1 vit torn | a8 svart torn · b8 svart springare · c8 svart löpare · d8 svart drottning · e8 svart kung · f8 svart löpare · h8 svart torn · a7 svart bonde · b7 svart bonde · d7 svart bonde · f7 svart bonde · g7 svart bonde · h7 svart bonde · e6 svart bonde · f6 svart springare · c5 svart bonde · d5 vit bonde · c4 vit bonde · a2 vit bonde · b2 vit bonde · e2 vit bonde · f2 vit bonde · g2 vit bonde · h2 vit bonde · a1 vit torn · b1 vit springare · c1 vit löpare · d1 vit drottning · e1 vit kung · f1 vit löpare · g1 vit springare · h1 vit torn | 3 |
| 2 | a8 svart torn · b8 svart springare · c8 svart löpare · d8 svart drottning · e8 svart kung · f8 svart löpare · h8 svart torn · a7 svart bonde · b7 svart bonde · d7 svart bonde · f7 svart bonde · g7 svart bonde · h7 svart bonde · e6 svart bonde · f6 svart springare · c5 svart bonde · d5 vit bonde · c4 vit bonde · a2 vit bonde · b2 vit bonde · e2 vit bonde · f2 vit bonde · g2 vit bonde · h2 vit bonde · a1 vit torn · b1 vit springare · c1 vit löpare · d1 vit drottning · e1 vit kung · f1 vit löpare · g1 vit springare · h1 vit torn | a8 svart torn · b8 svart springare · c8 svart löpare · d8 svart drottning · e8 svart kung · f8 svart löpare · h8 svart torn · a7 svart bonde · b7 svart bonde · d7 svart bonde · f7 svart bonde · g7 svart bonde · h7 svart bonde · e6 svart bonde · f6 svart springare · c5 svart bonde · d5 vit bonde · c4 vit bonde · a2 vit bonde · b2 vit bonde · e2 vit bonde · f2 vit bonde · g2 vit bonde · h2 vit bonde · a1 vit torn · b1 vit springare · c1 vit löpare · d1 vit drottning · e1 vit kung · f1 vit löpare · g1 vit springare · h1 vit torn | a8 svart torn · b8 svart springare · c8 svart löpare · d8 svart drottning · e8 svart kung · f8 svart löpare · h8 svart torn · a7 svart bonde · b7 svart bonde · d7 svart bonde · f7 svart bonde · g7 svart bonde · h7 svart bonde · e6 svart bonde · f6 svart springare · c5 svart bonde · d5 vit bonde · c4 vit bonde · a2 vit bonde · b2 vit bonde · e2 vit bonde · f2 vit bonde · g2 vit bonde · h2 vit bonde · a1 vit torn · b1 vit springare · c1 vit löpare · d1 vit drottning · e1 vit kung · f1 vit löpare · g1 vit springare · h1 vit torn | a8 svart torn · b8 svart springare · c8 svart löpare · d8 svart drottning · e8 svart kung · f8 svart löpare · h8 svart torn · a7 svart bonde · b7 svart bonde · d7 svart bonde · f7 svart bonde · g7 svart bonde · h7 svart bonde · e6 svart bonde · f6 svart springare · c5 svart bonde · d5 vit bonde · c4 vit bonde · a2 vit bonde · b2 vit bonde · e2 vit bonde · f2 vit bonde · g2 vit bonde · h2 vit bonde · a1 vit torn · b1 vit springare · c1 vit löpare · d1 vit drottning · e1 vit kung · f1 vit löpare · g1 vit springare · h1 vit torn | a8 svart torn · b8 svart springare · c8 svart löpare · d8 svart drottning · e8 svart kung · f8 svart löpare · h8 svart torn · a7 svart bonde · b7 svart bonde · d7 svart bonde · f7 svart bonde · g7 svart bonde · h7 svart bonde · e6 svart bonde · f6 svart springare · c5 svart bonde · d5 vit bonde · c4 vit bonde · a2 vit bonde · b2 vit bonde · e2 vit bonde · f2 vit bonde · g2 vit bonde · h2 vit bonde · a1 vit torn · b1 vit springare · c1 vit löpare · d1 vit drottning · e1 vit kung · f1 vit löpare · g1 vit springare · h1 vit torn | a8 svart torn · b8 svart springare · c8 svart löpare · d8 svart drottning · e8 svart kung · f8 svart löpare · h8 svart torn · a7 svart bonde · b7 svart bonde · d7 svart bonde · f7 svart bonde · g7 svart bonde · h7 svart bonde · e6 svart bonde · f6 svart springare · c5 svart bonde · d5 vit bonde · c4 vit bonde · a2 vit bonde · b2 vit bonde · e2 vit bonde · f2 vit bonde · g2 vit bonde · h2 vit bonde · a1 vit torn · b1 vit springare · c1 vit löpare · d1 vit drottning · e1 vit kung · f1 vit löpare · g1 vit springare · h1 vit torn | a8 svart torn · b8 svart springare · c8 svart löpare · d8 svart drottning · e8 svart kung · f8 svart löpare · h8 svart torn · a7 svart bonde · b7 svart bonde · d7 svart bonde · f7 svart bonde · g7 svart bonde · h7 svart bonde · e6 svart bonde · f6 svart springare · c5 svart bonde · d5 vit bonde · c4 vit bonde · a2 vit bonde · b2 vit bonde · e2 vit bonde · f2 vit bonde · g2 vit bonde · h2 vit bonde · a1 vit torn · b1 vit springare · c1 vit löpare · d1 vit drottning · e1 vit kung · f1 vit löpare · g1 vit springare · h1 vit torn | a8 svart torn · b8 svart springare · c8 svart löpare · d8 svart drottning · e8 svart kung · f8 svart löpare · h8 svart torn · a7 svart bonde · b7 svart bonde · d7 svart bonde · f7 svart bonde · g7 svart bonde · h7 svart bonde · e6 svart bonde · f6 svart springare · c5 svart bonde · d5 vit bonde · c4 vit bonde · a2 vit bonde · b2 vit bonde · e2 vit bonde · f2 vit bonde · g2 vit bonde · h2 vit bonde · a1 vit torn · b1 vit springare · c1 vit löpare · d1 vit drottning · e1 vit kung · f1 vit löpare · g1 vit springare · h1 vit torn | 2 |
| 1 | a8 svart torn · b8 svart springare · c8 svart löpare · d8 svart drottning · e8 svart kung · f8 svart löpare · h8 svart torn · a7 svart bonde · b7 svart bonde · d7 svart bonde · f7 svart bonde · g7 svart bonde · h7 svart bonde · e6 svart bonde · f6 svart springare · c5 svart bonde · d5 vit bonde · c4 vit bonde · a2 vit bonde · b2 vit bonde · e2 vit bonde · f2 vit bonde · g2 vit bonde · h2 vit bonde · a1 vit torn · b1 vit springare · c1 vit löpare · d1 vit drottning · e1 vit kung · f1 vit löpare · g1 vit springare · h1 vit torn | a8 svart torn · b8 svart springare · c8 svart löpare · d8 svart drottning · e8 svart kung · f8 svart löpare · h8 svart torn · a7 svart bonde · b7 svart bonde · d7 svart bonde · f7 svart bonde · g7 svart bonde · h7 svart bonde · e6 svart bonde · f6 svart springare · c5 svart bonde · d5 vit bonde · c4 vit bonde · a2 vit bonde · b2 vit bonde · e2 vit bonde · f2 vit bonde · g2 vit bonde · h2 vit bonde · a1 vit torn · b1 vit springare · c1 vit löpare · d1 vit drottning · e1 vit kung · f1 vit löpare · g1 vit springare · h1 vit torn | a8 svart torn · b8 svart springare · c8 svart löpare · d8 svart drottning · e8 svart kung · f8 svart löpare · h8 svart torn · a7 svart bonde · b7 svart bonde · d7 svart bonde · f7 svart bonde · g7 svart bonde · h7 svart bonde · e6 svart bonde · f6 svart springare · c5 svart bonde · d5 vit bonde · c4 vit bonde · a2 vit bonde · b2 vit bonde · e2 vit bonde · f2 vit bonde · g2 vit bonde · h2 vit bonde · a1 vit torn · b1 vit springare · c1 vit löpare · d1 vit drottning · e1 vit kung · f1 vit löpare · g1 vit springare · h1 vit torn | a8 svart torn · b8 svart springare · c8 svart löpare · d8 svart drottning · e8 svart kung · f8 svart löpare · h8 svart torn · a7 svart bonde · b7 svart bonde · d7 svart bonde · f7 svart bonde · g7 svart bonde · h7 svart bonde · e6 svart bonde · f6 svart springare · c5 svart bonde · d5 vit bonde · c4 vit bonde · a2 vit bonde · b2 vit bonde · e2 vit bonde · f2 vit bonde · g2 vit bonde · h2 vit bonde · a1 vit torn · b1 vit springare · c1 vit löpare · d1 vit drottning · e1 vit kung · f1 vit löpare · g1 vit springare · h1 vit torn | a8 svart torn · b8 svart springare · c8 svart löpare · d8 svart drottning · e8 svart kung · f8 svart löpare · h8 svart torn · a7 svart bonde · b7 svart bonde · d7 svart bonde · f7 svart bonde · g7 svart bonde · h7 svart bonde · e6 svart bonde · f6 svart springare · c5 svart bonde · d5 vit bonde · c4 vit bonde · a2 vit bonde · b2 vit bonde · e2 vit bonde · f2 vit bonde · g2 vit bonde · h2 vit bonde · a1 vit torn · b1 vit springare · c1 vit löpare · d1 vit drottning · e1 vit kung · f1 vit löpare · g1 vit springare · h1 vit torn | a8 svart torn · b8 svart springare · c8 svart löpare · d8 svart drottning · e8 svart kung · f8 svart löpare · h8 svart torn · a7 svart bonde · b7 svart bonde · d7 svart bonde · f7 svart bonde · g7 svart bonde · h7 svart bonde · e6 svart bonde · f6 svart springare · c5 svart bonde · d5 vit bonde · c4 vit bonde · a2 vit bonde · b2 vit bonde · e2 vit bonde · f2 vit bonde · g2 vit bonde · h2 vit bonde · a1 vit torn · b1 vit springare · c1 vit löpare · d1 vit drottning · e1 vit kung · f1 vit löpare · g1 vit springare · h1 vit torn | a8 svart torn · b8 svart springare · c8 svart löpare · d8 svart drottning · e8 svart kung · f8 svart löpare · h8 svart torn · a7 svart bonde · b7 svart bonde · d7 svart bonde · f7 svart bonde · g7 svart bonde · h7 svart bonde · e6 svart bonde · f6 svart springare · c5 svart bonde · d5 vit bonde · c4 vit bonde · a2 vit bonde · b2 vit bonde · e2 vit bonde · f2 vit bonde · g2 vit bonde · h2 vit bonde · a1 vit torn · b1 vit springare · c1 vit löpare · d1 vit drottning · e1 vit kung · f1 vit löpare · g1 vit springare · h1 vit torn | a8 svart torn · b8 svart springare · c8 svart löpare · d8 svart drottning · e8 svart kung · f8 svart löpare · h8 svart torn · a7 svart bonde · b7 svart bonde · d7 svart bonde · f7 svart bonde · g7 svart bonde · h7 svart bonde · e6 svart bonde · f6 svart springare · c5 svart bonde · d5 vit bonde · c4 vit bonde · a2 vit bonde · b2 vit bonde · e2 vit bonde · f2 vit bonde · g2 vit bonde · h2 vit bonde · a1 vit torn · b1 vit springare · c1 vit löpare · d1 vit drottning · e1 vit kung · f1 vit löpare · g1 vit springare · h1 vit torn | 1 |
|   | a | b | c | d | e | f | g | h |   |

A60 Modern Benoni
1.d4 Sf6 2.c4 c5 3.d5 e6
A61 Benoni
1.d4 Sf6 2.c4 c5 3.d5 e6 4.Sc3 exd5 5.cxd5 d6 6.Sf3 g6
A62 Benoni, fianchettovarianten
1.d4 Sf6 2.c4 c5 3.d5 e6 4.Sc3 exd5 5.cxd5 d6 6.Sf3 g6 7.g3 Lg7 8.Lg2 0-0
A63 Benoni, fianchetto, 9...Sbd7
1.d4 Sf6 2.c4 c5 3.d5 e6 4.Sc3 exd5 5.cxd5 d6 6.Sf3 g6 7.g3 Lg7 8.Lg2 0-0 9.0-0 Sbd7
A64 Benoni, fianchetto, 11...Te8
1.d4 Sf6 2.c4 c5 3.d5 e6 4.Sc3 exd5 5.cxd5 d6 6.Sf3 g6 7.g3 Lg7 8.Lg2 0-0 9.0-0 Sbd7 10.Sd2 a6 11.a4 Te8
A65 Benoni, 6.e4
1.d4 Sf6 2.c4 c5 3.d5 e6 4.Sc3 exd5 5.cxd5 d6 6.e4
A66 Benoni
1.d4 Sf6 2.c4 c5 3.d5 e6 4.Sc3 exd5 5.cxd5 d6 6.e4 g6 7.f4
A67 Benoni, Tajmanovvarianten
1.d4 Sf6 2.c4 c5 3.d5 e6 4.Sc3 exd5 5.cxd5 d6 6.e4 g6 7.f4 Lg7 8.Lb5+
A68 Benoni, fyrbondevarianten
1.d4 Sf6 2.c4 c5 3.d5 e6 4.Sc3 exd5 5.cxd5 d6 6.e4 g6 7.f4 Lg7 8.Sf3 0-0
A69 Benoni, fyrbondevarianten, huvudvarianten
1.d4 Sf6 2.c4 c5 3.d5 e6 4.Sc3 exd5 5.cxd5 d6 6.e4 g6 7.f4 Lg7 8.Sf3 0-0 9.Le2 Te8
|   | a | b | c | d | e | f | g | h |   |
| 8 | a8 svart torn · b8 svart springare · c8 svart löpare · d8 svart drottning · e8 svart kung · f8 svart löpare · h8 svart torn · a7 svart bonde · b7 svart bonde · f7 svart bonde · h7 svart bonde · d6 svart bonde · f6 svart springare · g6 svart bonde · c5 svart bonde · d5 vit bonde · e4 vit bonde · c3 vit springare · f3 vit springare · a2 vit bonde · b2 vit bonde · f2 vit bonde · g2 vit bonde · h2 vit bonde · a1 vit torn · c1 vit löpare · d1 vit drottning · e1 vit kung · f1 vit löpare · h1 vit torn | a8 svart torn · b8 svart springare · c8 svart löpare · d8 svart drottning · e8 svart kung · f8 svart löpare · h8 svart torn · a7 svart bonde · b7 svart bonde · f7 svart bonde · h7 svart bonde · d6 svart bonde · f6 svart springare · g6 svart bonde · c5 svart bonde · d5 vit bonde · e4 vit bonde · c3 vit springare · f3 vit springare · a2 vit bonde · b2 vit bonde · f2 vit bonde · g2 vit bonde · h2 vit bonde · a1 vit torn · c1 vit löpare · d1 vit drottning · e1 vit kung · f1 vit löpare · h1 vit torn | a8 svart torn · b8 svart springare · c8 svart löpare · d8 svart drottning · e8 svart kung · f8 svart löpare · h8 svart torn · a7 svart bonde · b7 svart bonde · f7 svart bonde · h7 svart bonde · d6 svart bonde · f6 svart springare · g6 svart bonde · c5 svart bonde · d5 vit bonde · e4 vit bonde · c3 vit springare · f3 vit springare · a2 vit bonde · b2 vit bonde · f2 vit bonde · g2 vit bonde · h2 vit bonde · a1 vit torn · c1 vit löpare · d1 vit drottning · e1 vit kung · f1 vit löpare · h1 vit torn | a8 svart torn · b8 svart springare · c8 svart löpare · d8 svart drottning · e8 svart kung · f8 svart löpare · h8 svart torn · a7 svart bonde · b7 svart bonde · f7 svart bonde · h7 svart bonde · d6 svart bonde · f6 svart springare · g6 svart bonde · c5 svart bonde · d5 vit bonde · e4 vit bonde · c3 vit springare · f3 vit springare · a2 vit bonde · b2 vit bonde · f2 vit bonde · g2 vit bonde · h2 vit bonde · a1 vit torn · c1 vit löpare · d1 vit drottning · e1 vit kung · f1 vit löpare · h1 vit torn | a8 svart torn · b8 svart springare · c8 svart löpare · d8 svart drottning · e8 svart kung · f8 svart löpare · h8 svart torn · a7 svart bonde · b7 svart bonde · f7 svart bonde · h7 svart bonde · d6 svart bonde · f6 svart springare · g6 svart bonde · c5 svart bonde · d5 vit bonde · e4 vit bonde · c3 vit springare · f3 vit springare · a2 vit bonde · b2 vit bonde · f2 vit bonde · g2 vit bonde · h2 vit bonde · a1 vit torn · c1 vit löpare · d1 vit drottning · e1 vit kung · f1 vit löpare · h1 vit torn | a8 svart torn · b8 svart springare · c8 svart löpare · d8 svart drottning · e8 svart kung · f8 svart löpare · h8 svart torn · a7 svart bonde · b7 svart bonde · f7 svart bonde · h7 svart bonde · d6 svart bonde · f6 svart springare · g6 svart bonde · c5 svart bonde · d5 vit bonde · e4 vit bonde · c3 vit springare · f3 vit springare · a2 vit bonde · b2 vit bonde · f2 vit bonde · g2 vit bonde · h2 vit bonde · a1 vit torn · c1 vit löpare · d1 vit drottning · e1 vit kung · f1 vit löpare · h1 vit torn | a8 svart torn · b8 svart springare · c8 svart löpare · d8 svart drottning · e8 svart kung · f8 svart löpare · h8 svart torn · a7 svart bonde · b7 svart bonde · f7 svart bonde · h7 svart bonde · d6 svart bonde · f6 svart springare · g6 svart bonde · c5 svart bonde · d5 vit bonde · e4 vit bonde · c3 vit springare · f3 vit springare · a2 vit bonde · b2 vit bonde · f2 vit bonde · g2 vit bonde · h2 vit bonde · a1 vit torn · c1 vit löpare · d1 vit drottning · e1 vit kung · f1 vit löpare · h1 vit torn | a8 svart torn · b8 svart springare · c8 svart löpare · d8 svart drottning · e8 svart kung · f8 svart löpare · h8 svart torn · a7 svart bonde · b7 svart bonde · f7 svart bonde · h7 svart bonde · d6 svart bonde · f6 svart springare · g6 svart bonde · c5 svart bonde · d5 vit bonde · e4 vit bonde · c3 vit springare · f3 vit springare · a2 vit bonde · b2 vit bonde · f2 vit bonde · g2 vit bonde · h2 vit bonde · a1 vit torn · c1 vit löpare · d1 vit drottning · e1 vit kung · f1 vit löpare · h1 vit torn | 8 |
| 7 | a8 svart torn · b8 svart springare · c8 svart löpare · d8 svart drottning · e8 svart kung · f8 svart löpare · h8 svart torn · a7 svart bonde · b7 svart bonde · f7 svart bonde · h7 svart bonde · d6 svart bonde · f6 svart springare · g6 svart bonde · c5 svart bonde · d5 vit bonde · e4 vit bonde · c3 vit springare · f3 vit springare · a2 vit bonde · b2 vit bonde · f2 vit bonde · g2 vit bonde · h2 vit bonde · a1 vit torn · c1 vit löpare · d1 vit drottning · e1 vit kung · f1 vit löpare · h1 vit torn | a8 svart torn · b8 svart springare · c8 svart löpare · d8 svart drottning · e8 svart kung · f8 svart löpare · h8 svart torn · a7 svart bonde · b7 svart bonde · f7 svart bonde · h7 svart bonde · d6 svart bonde · f6 svart springare · g6 svart bonde · c5 svart bonde · d5 vit bonde · e4 vit bonde · c3 vit springare · f3 vit springare · a2 vit bonde · b2 vit bonde · f2 vit bonde · g2 vit bonde · h2 vit bonde · a1 vit torn · c1 vit löpare · d1 vit drottning · e1 vit kung · f1 vit löpare · h1 vit torn | a8 svart torn · b8 svart springare · c8 svart löpare · d8 svart drottning · e8 svart kung · f8 svart löpare · h8 svart torn · a7 svart bonde · b7 svart bonde · f7 svart bonde · h7 svart bonde · d6 svart bonde · f6 svart springare · g6 svart bonde · c5 svart bonde · d5 vit bonde · e4 vit bonde · c3 vit springare · f3 vit springare · a2 vit bonde · b2 vit bonde · f2 vit bonde · g2 vit bonde · h2 vit bonde · a1 vit torn · c1 vit löpare · d1 vit drottning · e1 vit kung · f1 vit löpare · h1 vit torn | a8 svart torn · b8 svart springare · c8 svart löpare · d8 svart drottning · e8 svart kung · f8 svart löpare · h8 svart torn · a7 svart bonde · b7 svart bonde · f7 svart bonde · h7 svart bonde · d6 svart bonde · f6 svart springare · g6 svart bonde · c5 svart bonde · d5 vit bonde · e4 vit bonde · c3 vit springare · f3 vit springare · a2 vit bonde · b2 vit bonde · f2 vit bonde · g2 vit bonde · h2 vit bonde · a1 vit torn · c1 vit löpare · d1 vit drottning · e1 vit kung · f1 vit löpare · h1 vit torn | a8 svart torn · b8 svart springare · c8 svart löpare · d8 svart drottning · e8 svart kung · f8 svart löpare · h8 svart torn · a7 svart bonde · b7 svart bonde · f7 svart bonde · h7 svart bonde · d6 svart bonde · f6 svart springare · g6 svart bonde · c5 svart bonde · d5 vit bonde · e4 vit bonde · c3 vit springare · f3 vit springare · a2 vit bonde · b2 vit bonde · f2 vit bonde · g2 vit bonde · h2 vit bonde · a1 vit torn · c1 vit löpare · d1 vit drottning · e1 vit kung · f1 vit löpare · h1 vit torn | a8 svart torn · b8 svart springare · c8 svart löpare · d8 svart drottning · e8 svart kung · f8 svart löpare · h8 svart torn · a7 svart bonde · b7 svart bonde · f7 svart bonde · h7 svart bonde · d6 svart bonde · f6 svart springare · g6 svart bonde · c5 svart bonde · d5 vit bonde · e4 vit bonde · c3 vit springare · f3 vit springare · a2 vit bonde · b2 vit bonde · f2 vit bonde · g2 vit bonde · h2 vit bonde · a1 vit torn · c1 vit löpare · d1 vit drottning · e1 vit kung · f1 vit löpare · h1 vit torn | a8 svart torn · b8 svart springare · c8 svart löpare · d8 svart drottning · e8 svart kung · f8 svart löpare · h8 svart torn · a7 svart bonde · b7 svart bonde · f7 svart bonde · h7 svart bonde · d6 svart bonde · f6 svart springare · g6 svart bonde · c5 svart bonde · d5 vit bonde · e4 vit bonde · c3 vit springare · f3 vit springare · a2 vit bonde · b2 vit bonde · f2 vit bonde · g2 vit bonde · h2 vit bonde · a1 vit torn · c1 vit löpare · d1 vit drottning · e1 vit kung · f1 vit löpare · h1 vit torn | a8 svart torn · b8 svart springare · c8 svart löpare · d8 svart drottning · e8 svart kung · f8 svart löpare · h8 svart torn · a7 svart bonde · b7 svart bonde · f7 svart bonde · h7 svart bonde · d6 svart bonde · f6 svart springare · g6 svart bonde · c5 svart bonde · d5 vit bonde · e4 vit bonde · c3 vit springare · f3 vit springare · a2 vit bonde · b2 vit bonde · f2 vit bonde · g2 vit bonde · h2 vit bonde · a1 vit torn · c1 vit löpare · d1 vit drottning · e1 vit kung · f1 vit löpare · h1 vit torn | 7 |
| 6 | a8 svart torn · b8 svart springare · c8 svart löpare · d8 svart drottning · e8 svart kung · f8 svart löpare · h8 svart torn · a7 svart bonde · b7 svart bonde · f7 svart bonde · h7 svart bonde · d6 svart bonde · f6 svart springare · g6 svart bonde · c5 svart bonde · d5 vit bonde · e4 vit bonde · c3 vit springare · f3 vit springare · a2 vit bonde · b2 vit bonde · f2 vit bonde · g2 vit bonde · h2 vit bonde · a1 vit torn · c1 vit löpare · d1 vit drottning · e1 vit kung · f1 vit löpare · h1 vit torn | a8 svart torn · b8 svart springare · c8 svart löpare · d8 svart drottning · e8 svart kung · f8 svart löpare · h8 svart torn · a7 svart bonde · b7 svart bonde · f7 svart bonde · h7 svart bonde · d6 svart bonde · f6 svart springare · g6 svart bonde · c5 svart bonde · d5 vit bonde · e4 vit bonde · c3 vit springare · f3 vit springare · a2 vit bonde · b2 vit bonde · f2 vit bonde · g2 vit bonde · h2 vit bonde · a1 vit torn · c1 vit löpare · d1 vit drottning · e1 vit kung · f1 vit löpare · h1 vit torn | a8 svart torn · b8 svart springare · c8 svart löpare · d8 svart drottning · e8 svart kung · f8 svart löpare · h8 svart torn · a7 svart bonde · b7 svart bonde · f7 svart bonde · h7 svart bonde · d6 svart bonde · f6 svart springare · g6 svart bonde · c5 svart bonde · d5 vit bonde · e4 vit bonde · c3 vit springare · f3 vit springare · a2 vit bonde · b2 vit bonde · f2 vit bonde · g2 vit bonde · h2 vit bonde · a1 vit torn · c1 vit löpare · d1 vit drottning · e1 vit kung · f1 vit löpare · h1 vit torn | a8 svart torn · b8 svart springare · c8 svart löpare · d8 svart drottning · e8 svart kung · f8 svart löpare · h8 svart torn · a7 svart bonde · b7 svart bonde · f7 svart bonde · h7 svart bonde · d6 svart bonde · f6 svart springare · g6 svart bonde · c5 svart bonde · d5 vit bonde · e4 vit bonde · c3 vit springare · f3 vit springare · a2 vit bonde · b2 vit bonde · f2 vit bonde · g2 vit bonde · h2 vit bonde · a1 vit torn · c1 vit löpare · d1 vit drottning · e1 vit kung · f1 vit löpare · h1 vit torn | a8 svart torn · b8 svart springare · c8 svart löpare · d8 svart drottning · e8 svart kung · f8 svart löpare · h8 svart torn · a7 svart bonde · b7 svart bonde · f7 svart bonde · h7 svart bonde · d6 svart bonde · f6 svart springare · g6 svart bonde · c5 svart bonde · d5 vit bonde · e4 vit bonde · c3 vit springare · f3 vit springare · a2 vit bonde · b2 vit bonde · f2 vit bonde · g2 vit bonde · h2 vit bonde · a1 vit torn · c1 vit löpare · d1 vit drottning · e1 vit kung · f1 vit löpare · h1 vit torn | a8 svart torn · b8 svart springare · c8 svart löpare · d8 svart drottning · e8 svart kung · f8 svart löpare · h8 svart torn · a7 svart bonde · b7 svart bonde · f7 svart bonde · h7 svart bonde · d6 svart bonde · f6 svart springare · g6 svart bonde · c5 svart bonde · d5 vit bonde · e4 vit bonde · c3 vit springare · f3 vit springare · a2 vit bonde · b2 vit bonde · f2 vit bonde · g2 vit bonde · h2 vit bonde · a1 vit torn · c1 vit löpare · d1 vit drottning · e1 vit kung · f1 vit löpare · h1 vit torn | a8 svart torn · b8 svart springare · c8 svart löpare · d8 svart drottning · e8 svart kung · f8 svart löpare · h8 svart torn · a7 svart bonde · b7 svart bonde · f7 svart bonde · h7 svart bonde · d6 svart bonde · f6 svart springare · g6 svart bonde · c5 svart bonde · d5 vit bonde · e4 vit bonde · c3 vit springare · f3 vit springare · a2 vit bonde · b2 vit bonde · f2 vit bonde · g2 vit bonde · h2 vit bonde · a1 vit torn · c1 vit löpare · d1 vit drottning · e1 vit kung · f1 vit löpare · h1 vit torn | a8 svart torn · b8 svart springare · c8 svart löpare · d8 svart drottning · e8 svart kung · f8 svart löpare · h8 svart torn · a7 svart bonde · b7 svart bonde · f7 svart bonde · h7 svart bonde · d6 svart bonde · f6 svart springare · g6 svart bonde · c5 svart bonde · d5 vit bonde · e4 vit bonde · c3 vit springare · f3 vit springare · a2 vit bonde · b2 vit bonde · f2 vit bonde · g2 vit bonde · h2 vit bonde · a1 vit torn · c1 vit löpare · d1 vit drottning · e1 vit kung · f1 vit löpare · h1 vit torn | 6 |
| 5 | a8 svart torn · b8 svart springare · c8 svart löpare · d8 svart drottning · e8 svart kung · f8 svart löpare · h8 svart torn · a7 svart bonde · b7 svart bonde · f7 svart bonde · h7 svart bonde · d6 svart bonde · f6 svart springare · g6 svart bonde · c5 svart bonde · d5 vit bonde · e4 vit bonde · c3 vit springare · f3 vit springare · a2 vit bonde · b2 vit bonde · f2 vit bonde · g2 vit bonde · h2 vit bonde · a1 vit torn · c1 vit löpare · d1 vit drottning · e1 vit kung · f1 vit löpare · h1 vit torn | a8 svart torn · b8 svart springare · c8 svart löpare · d8 svart drottning · e8 svart kung · f8 svart löpare · h8 svart torn · a7 svart bonde · b7 svart bonde · f7 svart bonde · h7 svart bonde · d6 svart bonde · f6 svart springare · g6 svart bonde · c5 svart bonde · d5 vit bonde · e4 vit bonde · c3 vit springare · f3 vit springare · a2 vit bonde · b2 vit bonde · f2 vit bonde · g2 vit bonde · h2 vit bonde · a1 vit torn · c1 vit löpare · d1 vit drottning · e1 vit kung · f1 vit löpare · h1 vit torn | a8 svart torn · b8 svart springare · c8 svart löpare · d8 svart drottning · e8 svart kung · f8 svart löpare · h8 svart torn · a7 svart bonde · b7 svart bonde · f7 svart bonde · h7 svart bonde · d6 svart bonde · f6 svart springare · g6 svart bonde · c5 svart bonde · d5 vit bonde · e4 vit bonde · c3 vit springare · f3 vit springare · a2 vit bonde · b2 vit bonde · f2 vit bonde · g2 vit bonde · h2 vit bonde · a1 vit torn · c1 vit löpare · d1 vit drottning · e1 vit kung · f1 vit löpare · h1 vit torn | a8 svart torn · b8 svart springare · c8 svart löpare · d8 svart drottning · e8 svart kung · f8 svart löpare · h8 svart torn · a7 svart bonde · b7 svart bonde · f7 svart bonde · h7 svart bonde · d6 svart bonde · f6 svart springare · g6 svart bonde · c5 svart bonde · d5 vit bonde · e4 vit bonde · c3 vit springare · f3 vit springare · a2 vit bonde · b2 vit bonde · f2 vit bonde · g2 vit bonde · h2 vit bonde · a1 vit torn · c1 vit löpare · d1 vit drottning · e1 vit kung · f1 vit löpare · h1 vit torn | a8 svart torn · b8 svart springare · c8 svart löpare · d8 svart drottning · e8 svart kung · f8 svart löpare · h8 svart torn · a7 svart bonde · b7 svart bonde · f7 svart bonde · h7 svart bonde · d6 svart bonde · f6 svart springare · g6 svart bonde · c5 svart bonde · d5 vit bonde · e4 vit bonde · c3 vit springare · f3 vit springare · a2 vit bonde · b2 vit bonde · f2 vit bonde · g2 vit bonde · h2 vit bonde · a1 vit torn · c1 vit löpare · d1 vit drottning · e1 vit kung · f1 vit löpare · h1 vit torn | a8 svart torn · b8 svart springare · c8 svart löpare · d8 svart drottning · e8 svart kung · f8 svart löpare · h8 svart torn · a7 svart bonde · b7 svart bonde · f7 svart bonde · h7 svart bonde · d6 svart bonde · f6 svart springare · g6 svart bonde · c5 svart bonde · d5 vit bonde · e4 vit bonde · c3 vit springare · f3 vit springare · a2 vit bonde · b2 vit bonde · f2 vit bonde · g2 vit bonde · h2 vit bonde · a1 vit torn · c1 vit löpare · d1 vit drottning · e1 vit kung · f1 vit löpare · h1 vit torn | a8 svart torn · b8 svart springare · c8 svart löpare · d8 svart drottning · e8 svart kung · f8 svart löpare · h8 svart torn · a7 svart bonde · b7 svart bonde · f7 svart bonde · h7 svart bonde · d6 svart bonde · f6 svart springare · g6 svart bonde · c5 svart bonde · d5 vit bonde · e4 vit bonde · c3 vit springare · f3 vit springare · a2 vit bonde · b2 vit bonde · f2 vit bonde · g2 vit bonde · h2 vit bonde · a1 vit torn · c1 vit löpare · d1 vit drottning · e1 vit kung · f1 vit löpare · h1 vit torn | a8 svart torn · b8 svart springare · c8 svart löpare · d8 svart drottning · e8 svart kung · f8 svart löpare · h8 svart torn · a7 svart bonde · b7 svart bonde · f7 svart bonde · h7 svart bonde · d6 svart bonde · f6 svart springare · g6 svart bonde · c5 svart bonde · d5 vit bonde · e4 vit bonde · c3 vit springare · f3 vit springare · a2 vit bonde · b2 vit bonde · f2 vit bonde · g2 vit bonde · h2 vit bonde · a1 vit torn · c1 vit löpare · d1 vit drottning · e1 vit kung · f1 vit löpare · h1 vit torn | 5 |
| 4 | a8 svart torn · b8 svart springare · c8 svart löpare · d8 svart drottning · e8 svart kung · f8 svart löpare · h8 svart torn · a7 svart bonde · b7 svart bonde · f7 svart bonde · h7 svart bonde · d6 svart bonde · f6 svart springare · g6 svart bonde · c5 svart bonde · d5 vit bonde · e4 vit bonde · c3 vit springare · f3 vit springare · a2 vit bonde · b2 vit bonde · f2 vit bonde · g2 vit bonde · h2 vit bonde · a1 vit torn · c1 vit löpare · d1 vit drottning · e1 vit kung · f1 vit löpare · h1 vit torn | a8 svart torn · b8 svart springare · c8 svart löpare · d8 svart drottning · e8 svart kung · f8 svart löpare · h8 svart torn · a7 svart bonde · b7 svart bonde · f7 svart bonde · h7 svart bonde · d6 svart bonde · f6 svart springare · g6 svart bonde · c5 svart bonde · d5 vit bonde · e4 vit bonde · c3 vit springare · f3 vit springare · a2 vit bonde · b2 vit bonde · f2 vit bonde · g2 vit bonde · h2 vit bonde · a1 vit torn · c1 vit löpare · d1 vit drottning · e1 vit kung · f1 vit löpare · h1 vit torn | a8 svart torn · b8 svart springare · c8 svart löpare · d8 svart drottning · e8 svart kung · f8 svart löpare · h8 svart torn · a7 svart bonde · b7 svart bonde · f7 svart bonde · h7 svart bonde · d6 svart bonde · f6 svart springare · g6 svart bonde · c5 svart bonde · d5 vit bonde · e4 vit bonde · c3 vit springare · f3 vit springare · a2 vit bonde · b2 vit bonde · f2 vit bonde · g2 vit bonde · h2 vit bonde · a1 vit torn · c1 vit löpare · d1 vit drottning · e1 vit kung · f1 vit löpare · h1 vit torn | a8 svart torn · b8 svart springare · c8 svart löpare · d8 svart drottning · e8 svart kung · f8 svart löpare · h8 svart torn · a7 svart bonde · b7 svart bonde · f7 svart bonde · h7 svart bonde · d6 svart bonde · f6 svart springare · g6 svart bonde · c5 svart bonde · d5 vit bonde · e4 vit bonde · c3 vit springare · f3 vit springare · a2 vit bonde · b2 vit bonde · f2 vit bonde · g2 vit bonde · h2 vit bonde · a1 vit torn · c1 vit löpare · d1 vit drottning · e1 vit kung · f1 vit löpare · h1 vit torn | a8 svart torn · b8 svart springare · c8 svart löpare · d8 svart drottning · e8 svart kung · f8 svart löpare · h8 svart torn · a7 svart bonde · b7 svart bonde · f7 svart bonde · h7 svart bonde · d6 svart bonde · f6 svart springare · g6 svart bonde · c5 svart bonde · d5 vit bonde · e4 vit bonde · c3 vit springare · f3 vit springare · a2 vit bonde · b2 vit bonde · f2 vit bonde · g2 vit bonde · h2 vit bonde · a1 vit torn · c1 vit löpare · d1 vit drottning · e1 vit kung · f1 vit löpare · h1 vit torn | a8 svart torn · b8 svart springare · c8 svart löpare · d8 svart drottning · e8 svart kung · f8 svart löpare · h8 svart torn · a7 svart bonde · b7 svart bonde · f7 svart bonde · h7 svart bonde · d6 svart bonde · f6 svart springare · g6 svart bonde · c5 svart bonde · d5 vit bonde · e4 vit bonde · c3 vit springare · f3 vit springare · a2 vit bonde · b2 vit bonde · f2 vit bonde · g2 vit bonde · h2 vit bonde · a1 vit torn · c1 vit löpare · d1 vit drottning · e1 vit kung · f1 vit löpare · h1 vit torn | a8 svart torn · b8 svart springare · c8 svart löpare · d8 svart drottning · e8 svart kung · f8 svart löpare · h8 svart torn · a7 svart bonde · b7 svart bonde · f7 svart bonde · h7 svart bonde · d6 svart bonde · f6 svart springare · g6 svart bonde · c5 svart bonde · d5 vit bonde · e4 vit bonde · c3 vit springare · f3 vit springare · a2 vit bonde · b2 vit bonde · f2 vit bonde · g2 vit bonde · h2 vit bonde · a1 vit torn · c1 vit löpare · d1 vit drottning · e1 vit kung · f1 vit löpare · h1 vit torn | a8 svart torn · b8 svart springare · c8 svart löpare · d8 svart drottning · e8 svart kung · f8 svart löpare · h8 svart torn · a7 svart bonde · b7 svart bonde · f7 svart bonde · h7 svart bonde · d6 svart bonde · f6 svart springare · g6 svart bonde · c5 svart bonde · d5 vit bonde · e4 vit bonde · c3 vit springare · f3 vit springare · a2 vit bonde · b2 vit bonde · f2 vit bonde · g2 vit bonde · h2 vit bonde · a1 vit torn · c1 vit löpare · d1 vit drottning · e1 vit kung · f1 vit löpare · h1 vit torn | 4 |
| 3 | a8 svart torn · b8 svart springare · c8 svart löpare · d8 svart drottning · e8 svart kung · f8 svart löpare · h8 svart torn · a7 svart bonde · b7 svart bonde · f7 svart bonde · h7 svart bonde · d6 svart bonde · f6 svart springare · g6 svart bonde · c5 svart bonde · d5 vit bonde · e4 vit bonde · c3 vit springare · f3 vit springare · a2 vit bonde · b2 vit bonde · f2 vit bonde · g2 vit bonde · h2 vit bonde · a1 vit torn · c1 vit löpare · d1 vit drottning · e1 vit kung · f1 vit löpare · h1 vit torn | a8 svart torn · b8 svart springare · c8 svart löpare · d8 svart drottning · e8 svart kung · f8 svart löpare · h8 svart torn · a7 svart bonde · b7 svart bonde · f7 svart bonde · h7 svart bonde · d6 svart bonde · f6 svart springare · g6 svart bonde · c5 svart bonde · d5 vit bonde · e4 vit bonde · c3 vit springare · f3 vit springare · a2 vit bonde · b2 vit bonde · f2 vit bonde · g2 vit bonde · h2 vit bonde · a1 vit torn · c1 vit löpare · d1 vit drottning · e1 vit kung · f1 vit löpare · h1 vit torn | a8 svart torn · b8 svart springare · c8 svart löpare · d8 svart drottning · e8 svart kung · f8 svart löpare · h8 svart torn · a7 svart bonde · b7 svart bonde · f7 svart bonde · h7 svart bonde · d6 svart bonde · f6 svart springare · g6 svart bonde · c5 svart bonde · d5 vit bonde · e4 vit bonde · c3 vit springare · f3 vit springare · a2 vit bonde · b2 vit bonde · f2 vit bonde · g2 vit bonde · h2 vit bonde · a1 vit torn · c1 vit löpare · d1 vit drottning · e1 vit kung · f1 vit löpare · h1 vit torn | a8 svart torn · b8 svart springare · c8 svart löpare · d8 svart drottning · e8 svart kung · f8 svart löpare · h8 svart torn · a7 svart bonde · b7 svart bonde · f7 svart bonde · h7 svart bonde · d6 svart bonde · f6 svart springare · g6 svart bonde · c5 svart bonde · d5 vit bonde · e4 vit bonde · c3 vit springare · f3 vit springare · a2 vit bonde · b2 vit bonde · f2 vit bonde · g2 vit bonde · h2 vit bonde · a1 vit torn · c1 vit löpare · d1 vit drottning · e1 vit kung · f1 vit löpare · h1 vit torn | a8 svart torn · b8 svart springare · c8 svart löpare · d8 svart drottning · e8 svart kung · f8 svart löpare · h8 svart torn · a7 svart bonde · b7 svart bonde · f7 svart bonde · h7 svart bonde · d6 svart bonde · f6 svart springare · g6 svart bonde · c5 svart bonde · d5 vit bonde · e4 vit bonde · c3 vit springare · f3 vit springare · a2 vit bonde · b2 vit bonde · f2 vit bonde · g2 vit bonde · h2 vit bonde · a1 vit torn · c1 vit löpare · d1 vit drottning · e1 vit kung · f1 vit löpare · h1 vit torn | a8 svart torn · b8 svart springare · c8 svart löpare · d8 svart drottning · e8 svart kung · f8 svart löpare · h8 svart torn · a7 svart bonde · b7 svart bonde · f7 svart bonde · h7 svart bonde · d6 svart bonde · f6 svart springare · g6 svart bonde · c5 svart bonde · d5 vit bonde · e4 vit bonde · c3 vit springare · f3 vit springare · a2 vit bonde · b2 vit bonde · f2 vit bonde · g2 vit bonde · h2 vit bonde · a1 vit torn · c1 vit löpare · d1 vit drottning · e1 vit kung · f1 vit löpare · h1 vit torn | a8 svart torn · b8 svart springare · c8 svart löpare · d8 svart drottning · e8 svart kung · f8 svart löpare · h8 svart torn · a7 svart bonde · b7 svart bonde · f7 svart bonde · h7 svart bonde · d6 svart bonde · f6 svart springare · g6 svart bonde · c5 svart bonde · d5 vit bonde · e4 vit bonde · c3 vit springare · f3 vit springare · a2 vit bonde · b2 vit bonde · f2 vit bonde · g2 vit bonde · h2 vit bonde · a1 vit torn · c1 vit löpare · d1 vit drottning · e1 vit kung · f1 vit löpare · h1 vit torn | a8 svart torn · b8 svart springare · c8 svart löpare · d8 svart drottning · e8 svart kung · f8 svart löpare · h8 svart torn · a7 svart bonde · b7 svart bonde · f7 svart bonde · h7 svart bonde · d6 svart bonde · f6 svart springare · g6 svart bonde · c5 svart bonde · d5 vit bonde · e4 vit bonde · c3 vit springare · f3 vit springare · a2 vit bonde · b2 vit bonde · f2 vit bonde · g2 vit bonde · h2 vit bonde · a1 vit torn · c1 vit löpare · d1 vit drottning · e1 vit kung · f1 vit löpare · h1 vit torn | 3 |
| 2 | a8 svart torn · b8 svart springare · c8 svart löpare · d8 svart drottning · e8 svart kung · f8 svart löpare · h8 svart torn · a7 svart bonde · b7 svart bonde · f7 svart bonde · h7 svart bonde · d6 svart bonde · f6 svart springare · g6 svart bonde · c5 svart bonde · d5 vit bonde · e4 vit bonde · c3 vit springare · f3 vit springare · a2 vit bonde · b2 vit bonde · f2 vit bonde · g2 vit bonde · h2 vit bonde · a1 vit torn · c1 vit löpare · d1 vit drottning · e1 vit kung · f1 vit löpare · h1 vit torn | a8 svart torn · b8 svart springare · c8 svart löpare · d8 svart drottning · e8 svart kung · f8 svart löpare · h8 svart torn · a7 svart bonde · b7 svart bonde · f7 svart bonde · h7 svart bonde · d6 svart bonde · f6 svart springare · g6 svart bonde · c5 svart bonde · d5 vit bonde · e4 vit bonde · c3 vit springare · f3 vit springare · a2 vit bonde · b2 vit bonde · f2 vit bonde · g2 vit bonde · h2 vit bonde · a1 vit torn · c1 vit löpare · d1 vit drottning · e1 vit kung · f1 vit löpare · h1 vit torn | a8 svart torn · b8 svart springare · c8 svart löpare · d8 svart drottning · e8 svart kung · f8 svart löpare · h8 svart torn · a7 svart bonde · b7 svart bonde · f7 svart bonde · h7 svart bonde · d6 svart bonde · f6 svart springare · g6 svart bonde · c5 svart bonde · d5 vit bonde · e4 vit bonde · c3 vit springare · f3 vit springare · a2 vit bonde · b2 vit bonde · f2 vit bonde · g2 vit bonde · h2 vit bonde · a1 vit torn · c1 vit löpare · d1 vit drottning · e1 vit kung · f1 vit löpare · h1 vit torn | a8 svart torn · b8 svart springare · c8 svart löpare · d8 svart drottning · e8 svart kung · f8 svart löpare · h8 svart torn · a7 svart bonde · b7 svart bonde · f7 svart bonde · h7 svart bonde · d6 svart bonde · f6 svart springare · g6 svart bonde · c5 svart bonde · d5 vit bonde · e4 vit bonde · c3 vit springare · f3 vit springare · a2 vit bonde · b2 vit bonde · f2 vit bonde · g2 vit bonde · h2 vit bonde · a1 vit torn · c1 vit löpare · d1 vit drottning · e1 vit kung · f1 vit löpare · h1 vit torn | a8 svart torn · b8 svart springare · c8 svart löpare · d8 svart drottning · e8 svart kung · f8 svart löpare · h8 svart torn · a7 svart bonde · b7 svart bonde · f7 svart bonde · h7 svart bonde · d6 svart bonde · f6 svart springare · g6 svart bonde · c5 svart bonde · d5 vit bonde · e4 vit bonde · c3 vit springare · f3 vit springare · a2 vit bonde · b2 vit bonde · f2 vit bonde · g2 vit bonde · h2 vit bonde · a1 vit torn · c1 vit löpare · d1 vit drottning · e1 vit kung · f1 vit löpare · h1 vit torn | a8 svart torn · b8 svart springare · c8 svart löpare · d8 svart drottning · e8 svart kung · f8 svart löpare · h8 svart torn · a7 svart bonde · b7 svart bonde · f7 svart bonde · h7 svart bonde · d6 svart bonde · f6 svart springare · g6 svart bonde · c5 svart bonde · d5 vit bonde · e4 vit bonde · c3 vit springare · f3 vit springare · a2 vit bonde · b2 vit bonde · f2 vit bonde · g2 vit bonde · h2 vit bonde · a1 vit torn · c1 vit löpare · d1 vit drottning · e1 vit kung · f1 vit löpare · h1 vit torn | a8 svart torn · b8 svart springare · c8 svart löpare · d8 svart drottning · e8 svart kung · f8 svart löpare · h8 svart torn · a7 svart bonde · b7 svart bonde · f7 svart bonde · h7 svart bonde · d6 svart bonde · f6 svart springare · g6 svart bonde · c5 svart bonde · d5 vit bonde · e4 vit bonde · c3 vit springare · f3 vit springare · a2 vit bonde · b2 vit bonde · f2 vit bonde · g2 vit bonde · h2 vit bonde · a1 vit torn · c1 vit löpare · d1 vit drottning · e1 vit kung · f1 vit löpare · h1 vit torn | a8 svart torn · b8 svart springare · c8 svart löpare · d8 svart drottning · e8 svart kung · f8 svart löpare · h8 svart torn · a7 svart bonde · b7 svart bonde · f7 svart bonde · h7 svart bonde · d6 svart bonde · f6 svart springare · g6 svart bonde · c5 svart bonde · d5 vit bonde · e4 vit bonde · c3 vit springare · f3 vit springare · a2 vit bonde · b2 vit bonde · f2 vit bonde · g2 vit bonde · h2 vit bonde · a1 vit torn · c1 vit löpare · d1 vit drottning · e1 vit kung · f1 vit löpare · h1 vit torn | 2 |
| 1 | a8 svart torn · b8 svart springare · c8 svart löpare · d8 svart drottning · e8 svart kung · f8 svart löpare · h8 svart torn · a7 svart bonde · b7 svart bonde · f7 svart bonde · h7 svart bonde · d6 svart bonde · f6 svart springare · g6 svart bonde · c5 svart bonde · d5 vit bonde · e4 vit bonde · c3 vit springare · f3 vit springare · a2 vit bonde · b2 vit bonde · f2 vit bonde · g2 vit bonde · h2 vit bonde · a1 vit torn · c1 vit löpare · d1 vit drottning · e1 vit kung · f1 vit löpare · h1 vit torn | a8 svart torn · b8 svart springare · c8 svart löpare · d8 svart drottning · e8 svart kung · f8 svart löpare · h8 svart torn · a7 svart bonde · b7 svart bonde · f7 svart bonde · h7 svart bonde · d6 svart bonde · f6 svart springare · g6 svart bonde · c5 svart bonde · d5 vit bonde · e4 vit bonde · c3 vit springare · f3 vit springare · a2 vit bonde · b2 vit bonde · f2 vit bonde · g2 vit bonde · h2 vit bonde · a1 vit torn · c1 vit löpare · d1 vit drottning · e1 vit kung · f1 vit löpare · h1 vit torn | a8 svart torn · b8 svart springare · c8 svart löpare · d8 svart drottning · e8 svart kung · f8 svart löpare · h8 svart torn · a7 svart bonde · b7 svart bonde · f7 svart bonde · h7 svart bonde · d6 svart bonde · f6 svart springare · g6 svart bonde · c5 svart bonde · d5 vit bonde · e4 vit bonde · c3 vit springare · f3 vit springare · a2 vit bonde · b2 vit bonde · f2 vit bonde · g2 vit bonde · h2 vit bonde · a1 vit torn · c1 vit löpare · d1 vit drottning · e1 vit kung · f1 vit löpare · h1 vit torn | a8 svart torn · b8 svart springare · c8 svart löpare · d8 svart drottning · e8 svart kung · f8 svart löpare · h8 svart torn · a7 svart bonde · b7 svart bonde · f7 svart bonde · h7 svart bonde · d6 svart bonde · f6 svart springare · g6 svart bonde · c5 svart bonde · d5 vit bonde · e4 vit bonde · c3 vit springare · f3 vit springare · a2 vit bonde · b2 vit bonde · f2 vit bonde · g2 vit bonde · h2 vit bonde · a1 vit torn · c1 vit löpare · d1 vit drottning · e1 vit kung · f1 vit löpare · h1 vit torn | a8 svart torn · b8 svart springare · c8 svart löpare · d8 svart drottning · e8 svart kung · f8 svart löpare · h8 svart torn · a7 svart bonde · b7 svart bonde · f7 svart bonde · h7 svart bonde · d6 svart bonde · f6 svart springare · g6 svart bonde · c5 svart bonde · d5 vit bonde · e4 vit bonde · c3 vit springare · f3 vit springare · a2 vit bonde · b2 vit bonde · f2 vit bonde · g2 vit bonde · h2 vit bonde · a1 vit torn · c1 vit löpare · d1 vit drottning · e1 vit kung · f1 vit löpare · h1 vit torn | a8 svart torn · b8 svart springare · c8 svart löpare · d8 svart drottning · e8 svart kung · f8 svart löpare · h8 svart torn · a7 svart bonde · b7 svart bonde · f7 svart bonde · h7 svart bonde · d6 svart bonde · f6 svart springare · g6 svart bonde · c5 svart bonde · d5 vit bonde · e4 vit bonde · c3 vit springare · f3 vit springare · a2 vit bonde · b2 vit bonde · f2 vit bonde · g2 vit bonde · h2 vit bonde · a1 vit torn · c1 vit löpare · d1 vit drottning · e1 vit kung · f1 vit löpare · h1 vit torn | a8 svart torn · b8 svart springare · c8 svart löpare · d8 svart drottning · e8 svart kung · f8 svart löpare · h8 svart torn · a7 svart bonde · b7 svart bonde · f7 svart bonde · h7 svart bonde · d6 svart bonde · f6 svart springare · g6 svart bonde · c5 svart bonde · d5 vit bonde · e4 vit bonde · c3 vit springare · f3 vit springare · a2 vit bonde · b2 vit bonde · f2 vit bonde · g2 vit bonde · h2 vit bonde · a1 vit torn · c1 vit löpare · d1 vit drottning · e1 vit kung · f1 vit löpare · h1 vit torn | a8 svart torn · b8 svart springare · c8 svart löpare · d8 svart drottning · e8 svart kung · f8 svart löpare · h8 svart torn · a7 svart bonde · b7 svart bonde · f7 svart bonde · h7 svart bonde · d6 svart bonde · f6 svart springare · g6 svart bonde · c5 svart bonde · d5 vit bonde · e4 vit bonde · c3 vit springare · f3 vit springare · a2 vit bonde · b2 vit bonde · f2 vit bonde · g2 vit bonde · h2 vit bonde · a1 vit torn · c1 vit löpare · d1 vit drottning · e1 vit kung · f1 vit löpare · h1 vit torn | 1 |
|   | a | b | c | d | e | f | g | h |   |

A70 Benoni, klassiska varianten med 7.Sf3
1.d4 Sf6 2.c4 c5 3.d5 e6 4.Sc3 exd5 5.cxd5 d6 6.e4 g6 7.Sf3
A71 Benoni, klassiska, 8.Lg5
1.d4 Sf6 2.c4 c5 3.d5 e6 4.Sc3 exd5 5.cxd5 d6 6.e4 g6 7.Sf3 Lg7 8.Lg5
A72 Benoni, klassiska utan 9.0-0
1.d4 Sf6 2.c4 c5 3.d5 e6 4.Sc3 exd5 5.cxd5 d6 6.e4 g6 7.Sf3 Lg7 8.Le2 0-0
A73 Benoni, klassiska, 9.0-0
1.d4 Sf6 2.c4 c5 3.d5 e6 4.Sc3 exd5 5.cxd5 d6 6.e4 g6 7.Sf3 Lg7 8.Le2 0-0 9.0-0
A74 Benoni, klassiska, 9...a6, 10.a4
1.d4 Sf6 2.c4 c5 3.d5 e6 4.Sc3 exd5 5.cxd5 d6 6.e4 g6 7.Sf3 Lg7 8.Le2 0-0 9.0-0 a6 10.a4
A75 Benoni, klassiska med ...a6 och 10...Lg4
1.d4 Sf6 2.c4 c5 3.d5 e6 4.Sc3 exd5 5.cxd5 d6 6.e4 g6 7.Sf3 Lg7 8.Le2 0-0 9.0-0 a6 10.a4 Lg4
A76 Benoni, klassiska, 9...Te8
1.d4 Sf6 2.c4 c5 3.d5 e6 4.Sc3 exd5 5.cxd5 d6 6.e4 g6 7.Sf3 Lg7 8.Le2 0-0 9.0-0 Te8
A77 Benoni, klassiska, 9...Te8, 10.Sd2
1.d4 Sf6 2.c4 c5 3.d5 e6 4.Sc3 exd5 5.cxd5 d6 6.e4 g6 7.Sf3 Lg7 8.Le2 0-0 9.0-0 Te8 10.Sd2
A78 Benoni, klassiska med ...Te8 och ...Sa6
1.d4 Sf6 2.c4 c5 3.d5 e6 4.Sc3 exd5 5.cxd5 d6 6.e4 g6 7.Sf3 Lg7 8.Le2 0-0 9.0-0 Te8 10.Sd2 Sa6
A79 Benoni, klassiska, 11.f3
1.d4 Sf6 2.c4 c5 3.d5 e6 4.Sc3 exd5 5.cxd5 d6 6.e4 g6 7.Sf3 Lg7 8.Le2 0-0 9.0-0 Te8 10.Sd2 Sa6 11.f3

### A80–A99: Holländskt försvar
|   | a | b | c | d | e | f | g | h |   |
| 8 | a8 svart torn · b8 svart springare · c8 svart löpare · d8 svart drottning · e8 svart kung · f8 svart löpare · g8 svart springare · h8 svart torn · a7 svart bonde · b7 svart bonde · c7 svart bonde · d7 svart bonde · e7 svart bonde · g7 svart bonde · h7 svart bonde · f5 svart bonde · d4 vit bonde · a2 vit bonde · b2 vit bonde · c2 vit bonde · e2 vit bonde · f2 vit bonde · g2 vit bonde · h2 vit bonde · a1 vit torn · b1 vit springare · c1 vit löpare · d1 vit drottning · e1 vit kung · f1 vit löpare · g1 vit springare · h1 vit torn | a8 svart torn · b8 svart springare · c8 svart löpare · d8 svart drottning · e8 svart kung · f8 svart löpare · g8 svart springare · h8 svart torn · a7 svart bonde · b7 svart bonde · c7 svart bonde · d7 svart bonde · e7 svart bonde · g7 svart bonde · h7 svart bonde · f5 svart bonde · d4 vit bonde · a2 vit bonde · b2 vit bonde · c2 vit bonde · e2 vit bonde · f2 vit bonde · g2 vit bonde · h2 vit bonde · a1 vit torn · b1 vit springare · c1 vit löpare · d1 vit drottning · e1 vit kung · f1 vit löpare · g1 vit springare · h1 vit torn | a8 svart torn · b8 svart springare · c8 svart löpare · d8 svart drottning · e8 svart kung · f8 svart löpare · g8 svart springare · h8 svart torn · a7 svart bonde · b7 svart bonde · c7 svart bonde · d7 svart bonde · e7 svart bonde · g7 svart bonde · h7 svart bonde · f5 svart bonde · d4 vit bonde · a2 vit bonde · b2 vit bonde · c2 vit bonde · e2 vit bonde · f2 vit bonde · g2 vit bonde · h2 vit bonde · a1 vit torn · b1 vit springare · c1 vit löpare · d1 vit drottning · e1 vit kung · f1 vit löpare · g1 vit springare · h1 vit torn | a8 svart torn · b8 svart springare · c8 svart löpare · d8 svart drottning · e8 svart kung · f8 svart löpare · g8 svart springare · h8 svart torn · a7 svart bonde · b7 svart bonde · c7 svart bonde · d7 svart bonde · e7 svart bonde · g7 svart bonde · h7 svart bonde · f5 svart bonde · d4 vit bonde · a2 vit bonde · b2 vit bonde · c2 vit bonde · e2 vit bonde · f2 vit bonde · g2 vit bonde · h2 vit bonde · a1 vit torn · b1 vit springare · c1 vit löpare · d1 vit drottning · e1 vit kung · f1 vit löpare · g1 vit springare · h1 vit torn | a8 svart torn · b8 svart springare · c8 svart löpare · d8 svart drottning · e8 svart kung · f8 svart löpare · g8 svart springare · h8 svart torn · a7 svart bonde · b7 svart bonde · c7 svart bonde · d7 svart bonde · e7 svart bonde · g7 svart bonde · h7 svart bonde · f5 svart bonde · d4 vit bonde · a2 vit bonde · b2 vit bonde · c2 vit bonde · e2 vit bonde · f2 vit bonde · g2 vit bonde · h2 vit bonde · a1 vit torn · b1 vit springare · c1 vit löpare · d1 vit drottning · e1 vit kung · f1 vit löpare · g1 vit springare · h1 vit torn | a8 svart torn · b8 svart springare · c8 svart löpare · d8 svart drottning · e8 svart kung · f8 svart löpare · g8 svart springare · h8 svart torn · a7 svart bonde · b7 svart bonde · c7 svart bonde · d7 svart bonde · e7 svart bonde · g7 svart bonde · h7 svart bonde · f5 svart bonde · d4 vit bonde · a2 vit bonde · b2 vit bonde · c2 vit bonde · e2 vit bonde · f2 vit bonde · g2 vit bonde · h2 vit bonde · a1 vit torn · b1 vit springare · c1 vit löpare · d1 vit drottning · e1 vit kung · f1 vit löpare · g1 vit springare · h1 vit torn | a8 svart torn · b8 svart springare · c8 svart löpare · d8 svart drottning · e8 svart kung · f8 svart löpare · g8 svart springare · h8 svart torn · a7 svart bonde · b7 svart bonde · c7 svart bonde · d7 svart bonde · e7 svart bonde · g7 svart bonde · h7 svart bonde · f5 svart bonde · d4 vit bonde · a2 vit bonde · b2 vit bonde · c2 vit bonde · e2 vit bonde · f2 vit bonde · g2 vit bonde · h2 vit bonde · a1 vit torn · b1 vit springare · c1 vit löpare · d1 vit drottning · e1 vit kung · f1 vit löpare · g1 vit springare · h1 vit torn | a8 svart torn · b8 svart springare · c8 svart löpare · d8 svart drottning · e8 svart kung · f8 svart löpare · g8 svart springare · h8 svart torn · a7 svart bonde · b7 svart bonde · c7 svart bonde · d7 svart bonde · e7 svart bonde · g7 svart bonde · h7 svart bonde · f5 svart bonde · d4 vit bonde · a2 vit bonde · b2 vit bonde · c2 vit bonde · e2 vit bonde · f2 vit bonde · g2 vit bonde · h2 vit bonde · a1 vit torn · b1 vit springare · c1 vit löpare · d1 vit drottning · e1 vit kung · f1 vit löpare · g1 vit springare · h1 vit torn | 8 |
| 7 | a8 svart torn · b8 svart springare · c8 svart löpare · d8 svart drottning · e8 svart kung · f8 svart löpare · g8 svart springare · h8 svart torn · a7 svart bonde · b7 svart bonde · c7 svart bonde · d7 svart bonde · e7 svart bonde · g7 svart bonde · h7 svart bonde · f5 svart bonde · d4 vit bonde · a2 vit bonde · b2 vit bonde · c2 vit bonde · e2 vit bonde · f2 vit bonde · g2 vit bonde · h2 vit bonde · a1 vit torn · b1 vit springare · c1 vit löpare · d1 vit drottning · e1 vit kung · f1 vit löpare · g1 vit springare · h1 vit torn | a8 svart torn · b8 svart springare · c8 svart löpare · d8 svart drottning · e8 svart kung · f8 svart löpare · g8 svart springare · h8 svart torn · a7 svart bonde · b7 svart bonde · c7 svart bonde · d7 svart bonde · e7 svart bonde · g7 svart bonde · h7 svart bonde · f5 svart bonde · d4 vit bonde · a2 vit bonde · b2 vit bonde · c2 vit bonde · e2 vit bonde · f2 vit bonde · g2 vit bonde · h2 vit bonde · a1 vit torn · b1 vit springare · c1 vit löpare · d1 vit drottning · e1 vit kung · f1 vit löpare · g1 vit springare · h1 vit torn | a8 svart torn · b8 svart springare · c8 svart löpare · d8 svart drottning · e8 svart kung · f8 svart löpare · g8 svart springare · h8 svart torn · a7 svart bonde · b7 svart bonde · c7 svart bonde · d7 svart bonde · e7 svart bonde · g7 svart bonde · h7 svart bonde · f5 svart bonde · d4 vit bonde · a2 vit bonde · b2 vit bonde · c2 vit bonde · e2 vit bonde · f2 vit bonde · g2 vit bonde · h2 vit bonde · a1 vit torn · b1 vit springare · c1 vit löpare · d1 vit drottning · e1 vit kung · f1 vit löpare · g1 vit springare · h1 vit torn | a8 svart torn · b8 svart springare · c8 svart löpare · d8 svart drottning · e8 svart kung · f8 svart löpare · g8 svart springare · h8 svart torn · a7 svart bonde · b7 svart bonde · c7 svart bonde · d7 svart bonde · e7 svart bonde · g7 svart bonde · h7 svart bonde · f5 svart bonde · d4 vit bonde · a2 vit bonde · b2 vit bonde · c2 vit bonde · e2 vit bonde · f2 vit bonde · g2 vit bonde · h2 vit bonde · a1 vit torn · b1 vit springare · c1 vit löpare · d1 vit drottning · e1 vit kung · f1 vit löpare · g1 vit springare · h1 vit torn | a8 svart torn · b8 svart springare · c8 svart löpare · d8 svart drottning · e8 svart kung · f8 svart löpare · g8 svart springare · h8 svart torn · a7 svart bonde · b7 svart bonde · c7 svart bonde · d7 svart bonde · e7 svart bonde · g7 svart bonde · h7 svart bonde · f5 svart bonde · d4 vit bonde · a2 vit bonde · b2 vit bonde · c2 vit bonde · e2 vit bonde · f2 vit bonde · g2 vit bonde · h2 vit bonde · a1 vit torn · b1 vit springare · c1 vit löpare · d1 vit drottning · e1 vit kung · f1 vit löpare · g1 vit springare · h1 vit torn | a8 svart torn · b8 svart springare · c8 svart löpare · d8 svart drottning · e8 svart kung · f8 svart löpare · g8 svart springare · h8 svart torn · a7 svart bonde · b7 svart bonde · c7 svart bonde · d7 svart bonde · e7 svart bonde · g7 svart bonde · h7 svart bonde · f5 svart bonde · d4 vit bonde · a2 vit bonde · b2 vit bonde · c2 vit bonde · e2 vit bonde · f2 vit bonde · g2 vit bonde · h2 vit bonde · a1 vit torn · b1 vit springare · c1 vit löpare · d1 vit drottning · e1 vit kung · f1 vit löpare · g1 vit springare · h1 vit torn | a8 svart torn · b8 svart springare · c8 svart löpare · d8 svart drottning · e8 svart kung · f8 svart löpare · g8 svart springare · h8 svart torn · a7 svart bonde · b7 svart bonde · c7 svart bonde · d7 svart bonde · e7 svart bonde · g7 svart bonde · h7 svart bonde · f5 svart bonde · d4 vit bonde · a2 vit bonde · b2 vit bonde · c2 vit bonde · e2 vit bonde · f2 vit bonde · g2 vit bonde · h2 vit bonde · a1 vit torn · b1 vit springare · c1 vit löpare · d1 vit drottning · e1 vit kung · f1 vit löpare · g1 vit springare · h1 vit torn | a8 svart torn · b8 svart springare · c8 svart löpare · d8 svart drottning · e8 svart kung · f8 svart löpare · g8 svart springare · h8 svart torn · a7 svart bonde · b7 svart bonde · c7 svart bonde · d7 svart bonde · e7 svart bonde · g7 svart bonde · h7 svart bonde · f5 svart bonde · d4 vit bonde · a2 vit bonde · b2 vit bonde · c2 vit bonde · e2 vit bonde · f2 vit bonde · g2 vit bonde · h2 vit bonde · a1 vit torn · b1 vit springare · c1 vit löpare · d1 vit drottning · e1 vit kung · f1 vit löpare · g1 vit springare · h1 vit torn | 7 |
| 6 | a8 svart torn · b8 svart springare · c8 svart löpare · d8 svart drottning · e8 svart kung · f8 svart löpare · g8 svart springare · h8 svart torn · a7 svart bonde · b7 svart bonde · c7 svart bonde · d7 svart bonde · e7 svart bonde · g7 svart bonde · h7 svart bonde · f5 svart bonde · d4 vit bonde · a2 vit bonde · b2 vit bonde · c2 vit bonde · e2 vit bonde · f2 vit bonde · g2 vit bonde · h2 vit bonde · a1 vit torn · b1 vit springare · c1 vit löpare · d1 vit drottning · e1 vit kung · f1 vit löpare · g1 vit springare · h1 vit torn | a8 svart torn · b8 svart springare · c8 svart löpare · d8 svart drottning · e8 svart kung · f8 svart löpare · g8 svart springare · h8 svart torn · a7 svart bonde · b7 svart bonde · c7 svart bonde · d7 svart bonde · e7 svart bonde · g7 svart bonde · h7 svart bonde · f5 svart bonde · d4 vit bonde · a2 vit bonde · b2 vit bonde · c2 vit bonde · e2 vit bonde · f2 vit bonde · g2 vit bonde · h2 vit bonde · a1 vit torn · b1 vit springare · c1 vit löpare · d1 vit drottning · e1 vit kung · f1 vit löpare · g1 vit springare · h1 vit torn | a8 svart torn · b8 svart springare · c8 svart löpare · d8 svart drottning · e8 svart kung · f8 svart löpare · g8 svart springare · h8 svart torn · a7 svart bonde · b7 svart bonde · c7 svart bonde · d7 svart bonde · e7 svart bonde · g7 svart bonde · h7 svart bonde · f5 svart bonde · d4 vit bonde · a2 vit bonde · b2 vit bonde · c2 vit bonde · e2 vit bonde · f2 vit bonde · g2 vit bonde · h2 vit bonde · a1 vit torn · b1 vit springare · c1 vit löpare · d1 vit drottning · e1 vit kung · f1 vit löpare · g1 vit springare · h1 vit torn | a8 svart torn · b8 svart springare · c8 svart löpare · d8 svart drottning · e8 svart kung · f8 svart löpare · g8 svart springare · h8 svart torn · a7 svart bonde · b7 svart bonde · c7 svart bonde · d7 svart bonde · e7 svart bonde · g7 svart bonde · h7 svart bonde · f5 svart bonde · d4 vit bonde · a2 vit bonde · b2 vit bonde · c2 vit bonde · e2 vit bonde · f2 vit bonde · g2 vit bonde · h2 vit bonde · a1 vit torn · b1 vit springare · c1 vit löpare · d1 vit drottning · e1 vit kung · f1 vit löpare · g1 vit springare · h1 vit torn | a8 svart torn · b8 svart springare · c8 svart löpare · d8 svart drottning · e8 svart kung · f8 svart löpare · g8 svart springare · h8 svart torn · a7 svart bonde · b7 svart bonde · c7 svart bonde · d7 svart bonde · e7 svart bonde · g7 svart bonde · h7 svart bonde · f5 svart bonde · d4 vit bonde · a2 vit bonde · b2 vit bonde · c2 vit bonde · e2 vit bonde · f2 vit bonde · g2 vit bonde · h2 vit bonde · a1 vit torn · b1 vit springare · c1 vit löpare · d1 vit drottning · e1 vit kung · f1 vit löpare · g1 vit springare · h1 vit torn | a8 svart torn · b8 svart springare · c8 svart löpare · d8 svart drottning · e8 svart kung · f8 svart löpare · g8 svart springare · h8 svart torn · a7 svart bonde · b7 svart bonde · c7 svart bonde · d7 svart bonde · e7 svart bonde · g7 svart bonde · h7 svart bonde · f5 svart bonde · d4 vit bonde · a2 vit bonde · b2 vit bonde · c2 vit bonde · e2 vit bonde · f2 vit bonde · g2 vit bonde · h2 vit bonde · a1 vit torn · b1 vit springare · c1 vit löpare · d1 vit drottning · e1 vit kung · f1 vit löpare · g1 vit springare · h1 vit torn | a8 svart torn · b8 svart springare · c8 svart löpare · d8 svart drottning · e8 svart kung · f8 svart löpare · g8 svart springare · h8 svart torn · a7 svart bonde · b7 svart bonde · c7 svart bonde · d7 svart bonde · e7 svart bonde · g7 svart bonde · h7 svart bonde · f5 svart bonde · d4 vit bonde · a2 vit bonde · b2 vit bonde · c2 vit bonde · e2 vit bonde · f2 vit bonde · g2 vit bonde · h2 vit bonde · a1 vit torn · b1 vit springare · c1 vit löpare · d1 vit drottning · e1 vit kung · f1 vit löpare · g1 vit springare · h1 vit torn | a8 svart torn · b8 svart springare · c8 svart löpare · d8 svart drottning · e8 svart kung · f8 svart löpare · g8 svart springare · h8 svart torn · a7 svart bonde · b7 svart bonde · c7 svart bonde · d7 svart bonde · e7 svart bonde · g7 svart bonde · h7 svart bonde · f5 svart bonde · d4 vit bonde · a2 vit bonde · b2 vit bonde · c2 vit bonde · e2 vit bonde · f2 vit bonde · g2 vit bonde · h2 vit bonde · a1 vit torn · b1 vit springare · c1 vit löpare · d1 vit drottning · e1 vit kung · f1 vit löpare · g1 vit springare · h1 vit torn | 6 |
| 5 | a8 svart torn · b8 svart springare · c8 svart löpare · d8 svart drottning · e8 svart kung · f8 svart löpare · g8 svart springare · h8 svart torn · a7 svart bonde · b7 svart bonde · c7 svart bonde · d7 svart bonde · e7 svart bonde · g7 svart bonde · h7 svart bonde · f5 svart bonde · d4 vit bonde · a2 vit bonde · b2 vit bonde · c2 vit bonde · e2 vit bonde · f2 vit bonde · g2 vit bonde · h2 vit bonde · a1 vit torn · b1 vit springare · c1 vit löpare · d1 vit drottning · e1 vit kung · f1 vit löpare · g1 vit springare · h1 vit torn | a8 svart torn · b8 svart springare · c8 svart löpare · d8 svart drottning · e8 svart kung · f8 svart löpare · g8 svart springare · h8 svart torn · a7 svart bonde · b7 svart bonde · c7 svart bonde · d7 svart bonde · e7 svart bonde · g7 svart bonde · h7 svart bonde · f5 svart bonde · d4 vit bonde · a2 vit bonde · b2 vit bonde · c2 vit bonde · e2 vit bonde · f2 vit bonde · g2 vit bonde · h2 vit bonde · a1 vit torn · b1 vit springare · c1 vit löpare · d1 vit drottning · e1 vit kung · f1 vit löpare · g1 vit springare · h1 vit torn | a8 svart torn · b8 svart springare · c8 svart löpare · d8 svart drottning · e8 svart kung · f8 svart löpare · g8 svart springare · h8 svart torn · a7 svart bonde · b7 svart bonde · c7 svart bonde · d7 svart bonde · e7 svart bonde · g7 svart bonde · h7 svart bonde · f5 svart bonde · d4 vit bonde · a2 vit bonde · b2 vit bonde · c2 vit bonde · e2 vit bonde · f2 vit bonde · g2 vit bonde · h2 vit bonde · a1 vit torn · b1 vit springare · c1 vit löpare · d1 vit drottning · e1 vit kung · f1 vit löpare · g1 vit springare · h1 vit torn | a8 svart torn · b8 svart springare · c8 svart löpare · d8 svart drottning · e8 svart kung · f8 svart löpare · g8 svart springare · h8 svart torn · a7 svart bonde · b7 svart bonde · c7 svart bonde · d7 svart bonde · e7 svart bonde · g7 svart bonde · h7 svart bonde · f5 svart bonde · d4 vit bonde · a2 vit bonde · b2 vit bonde · c2 vit bonde · e2 vit bonde · f2 vit bonde · g2 vit bonde · h2 vit bonde · a1 vit torn · b1 vit springare · c1 vit löpare · d1 vit drottning · e1 vit kung · f1 vit löpare · g1 vit springare · h1 vit torn | a8 svart torn · b8 svart springare · c8 svart löpare · d8 svart drottning · e8 svart kung · f8 svart löpare · g8 svart springare · h8 svart torn · a7 svart bonde · b7 svart bonde · c7 svart bonde · d7 svart bonde · e7 svart bonde · g7 svart bonde · h7 svart bonde · f5 svart bonde · d4 vit bonde · a2 vit bonde · b2 vit bonde · c2 vit bonde · e2 vit bonde · f2 vit bonde · g2 vit bonde · h2 vit bonde · a1 vit torn · b1 vit springare · c1 vit löpare · d1 vit drottning · e1 vit kung · f1 vit löpare · g1 vit springare · h1 vit torn | a8 svart torn · b8 svart springare · c8 svart löpare · d8 svart drottning · e8 svart kung · f8 svart löpare · g8 svart springare · h8 svart torn · a7 svart bonde · b7 svart bonde · c7 svart bonde · d7 svart bonde · e7 svart bonde · g7 svart bonde · h7 svart bonde · f5 svart bonde · d4 vit bonde · a2 vit bonde · b2 vit bonde · c2 vit bonde · e2 vit bonde · f2 vit bonde · g2 vit bonde · h2 vit bonde · a1 vit torn · b1 vit springare · c1 vit löpare · d1 vit drottning · e1 vit kung · f1 vit löpare · g1 vit springare · h1 vit torn | a8 svart torn · b8 svart springare · c8 svart löpare · d8 svart drottning · e8 svart kung · f8 svart löpare · g8 svart springare · h8 svart torn · a7 svart bonde · b7 svart bonde · c7 svart bonde · d7 svart bonde · e7 svart bonde · g7 svart bonde · h7 svart bonde · f5 svart bonde · d4 vit bonde · a2 vit bonde · b2 vit bonde · c2 vit bonde · e2 vit bonde · f2 vit bonde · g2 vit bonde · h2 vit bonde · a1 vit torn · b1 vit springare · c1 vit löpare · d1 vit drottning · e1 vit kung · f1 vit löpare · g1 vit springare · h1 vit torn | a8 svart torn · b8 svart springare · c8 svart löpare · d8 svart drottning · e8 svart kung · f8 svart löpare · g8 svart springare · h8 svart torn · a7 svart bonde · b7 svart bonde · c7 svart bonde · d7 svart bonde · e7 svart bonde · g7 svart bonde · h7 svart bonde · f5 svart bonde · d4 vit bonde · a2 vit bonde · b2 vit bonde · c2 vit bonde · e2 vit bonde · f2 vit bonde · g2 vit bonde · h2 vit bonde · a1 vit torn · b1 vit springare · c1 vit löpare · d1 vit drottning · e1 vit kung · f1 vit löpare · g1 vit springare · h1 vit torn | 5 |
| 4 | a8 svart torn · b8 svart springare · c8 svart löpare · d8 svart drottning · e8 svart kung · f8 svart löpare · g8 svart springare · h8 svart torn · a7 svart bonde · b7 svart bonde · c7 svart bonde · d7 svart bonde · e7 svart bonde · g7 svart bonde · h7 svart bonde · f5 svart bonde · d4 vit bonde · a2 vit bonde · b2 vit bonde · c2 vit bonde · e2 vit bonde · f2 vit bonde · g2 vit bonde · h2 vit bonde · a1 vit torn · b1 vit springare · c1 vit löpare · d1 vit drottning · e1 vit kung · f1 vit löpare · g1 vit springare · h1 vit torn | a8 svart torn · b8 svart springare · c8 svart löpare · d8 svart drottning · e8 svart kung · f8 svart löpare · g8 svart springare · h8 svart torn · a7 svart bonde · b7 svart bonde · c7 svart bonde · d7 svart bonde · e7 svart bonde · g7 svart bonde · h7 svart bonde · f5 svart bonde · d4 vit bonde · a2 vit bonde · b2 vit bonde · c2 vit bonde · e2 vit bonde · f2 vit bonde · g2 vit bonde · h2 vit bonde · a1 vit torn · b1 vit springare · c1 vit löpare · d1 vit drottning · e1 vit kung · f1 vit löpare · g1 vit springare · h1 vit torn | a8 svart torn · b8 svart springare · c8 svart löpare · d8 svart drottning · e8 svart kung · f8 svart löpare · g8 svart springare · h8 svart torn · a7 svart bonde · b7 svart bonde · c7 svart bonde · d7 svart bonde · e7 svart bonde · g7 svart bonde · h7 svart bonde · f5 svart bonde · d4 vit bonde · a2 vit bonde · b2 vit bonde · c2 vit bonde · e2 vit bonde · f2 vit bonde · g2 vit bonde · h2 vit bonde · a1 vit torn · b1 vit springare · c1 vit löpare · d1 vit drottning · e1 vit kung · f1 vit löpare · g1 vit springare · h1 vit torn | a8 svart torn · b8 svart springare · c8 svart löpare · d8 svart drottning · e8 svart kung · f8 svart löpare · g8 svart springare · h8 svart torn · a7 svart bonde · b7 svart bonde · c7 svart bonde · d7 svart bonde · e7 svart bonde · g7 svart bonde · h7 svart bonde · f5 svart bonde · d4 vit bonde · a2 vit bonde · b2 vit bonde · c2 vit bonde · e2 vit bonde · f2 vit bonde · g2 vit bonde · h2 vit bonde · a1 vit torn · b1 vit springare · c1 vit löpare · d1 vit drottning · e1 vit kung · f1 vit löpare · g1 vit springare · h1 vit torn | a8 svart torn · b8 svart springare · c8 svart löpare · d8 svart drottning · e8 svart kung · f8 svart löpare · g8 svart springare · h8 svart torn · a7 svart bonde · b7 svart bonde · c7 svart bonde · d7 svart bonde · e7 svart bonde · g7 svart bonde · h7 svart bonde · f5 svart bonde · d4 vit bonde · a2 vit bonde · b2 vit bonde · c2 vit bonde · e2 vit bonde · f2 vit bonde · g2 vit bonde · h2 vit bonde · a1 vit torn · b1 vit springare · c1 vit löpare · d1 vit drottning · e1 vit kung · f1 vit löpare · g1 vit springare · h1 vit torn | a8 svart torn · b8 svart springare · c8 svart löpare · d8 svart drottning · e8 svart kung · f8 svart löpare · g8 svart springare · h8 svart torn · a7 svart bonde · b7 svart bonde · c7 svart bonde · d7 svart bonde · e7 svart bonde · g7 svart bonde · h7 svart bonde · f5 svart bonde · d4 vit bonde · a2 vit bonde · b2 vit bonde · c2 vit bonde · e2 vit bonde · f2 vit bonde · g2 vit bonde · h2 vit bonde · a1 vit torn · b1 vit springare · c1 vit löpare · d1 vit drottning · e1 vit kung · f1 vit löpare · g1 vit springare · h1 vit torn | a8 svart torn · b8 svart springare · c8 svart löpare · d8 svart drottning · e8 svart kung · f8 svart löpare · g8 svart springare · h8 svart torn · a7 svart bonde · b7 svart bonde · c7 svart bonde · d7 svart bonde · e7 svart bonde · g7 svart bonde · h7 svart bonde · f5 svart bonde · d4 vit bonde · a2 vit bonde · b2 vit bonde · c2 vit bonde · e2 vit bonde · f2 vit bonde · g2 vit bonde · h2 vit bonde · a1 vit torn · b1 vit springare · c1 vit löpare · d1 vit drottning · e1 vit kung · f1 vit löpare · g1 vit springare · h1 vit torn | a8 svart torn · b8 svart springare · c8 svart löpare · d8 svart drottning · e8 svart kung · f8 svart löpare · g8 svart springare · h8 svart torn · a7 svart bonde · b7 svart bonde · c7 svart bonde · d7 svart bonde · e7 svart bonde · g7 svart bonde · h7 svart bonde · f5 svart bonde · d4 vit bonde · a2 vit bonde · b2 vit bonde · c2 vit bonde · e2 vit bonde · f2 vit bonde · g2 vit bonde · h2 vit bonde · a1 vit torn · b1 vit springare · c1 vit löpare · d1 vit drottning · e1 vit kung · f1 vit löpare · g1 vit springare · h1 vit torn | 4 |
| 3 | a8 svart torn · b8 svart springare · c8 svart löpare · d8 svart drottning · e8 svart kung · f8 svart löpare · g8 svart springare · h8 svart torn · a7 svart bonde · b7 svart bonde · c7 svart bonde · d7 svart bonde · e7 svart bonde · g7 svart bonde · h7 svart bonde · f5 svart bonde · d4 vit bonde · a2 vit bonde · b2 vit bonde · c2 vit bonde · e2 vit bonde · f2 vit bonde · g2 vit bonde · h2 vit bonde · a1 vit torn · b1 vit springare · c1 vit löpare · d1 vit drottning · e1 vit kung · f1 vit löpare · g1 vit springare · h1 vit torn | a8 svart torn · b8 svart springare · c8 svart löpare · d8 svart drottning · e8 svart kung · f8 svart löpare · g8 svart springare · h8 svart torn · a7 svart bonde · b7 svart bonde · c7 svart bonde · d7 svart bonde · e7 svart bonde · g7 svart bonde · h7 svart bonde · f5 svart bonde · d4 vit bonde · a2 vit bonde · b2 vit bonde · c2 vit bonde · e2 vit bonde · f2 vit bonde · g2 vit bonde · h2 vit bonde · a1 vit torn · b1 vit springare · c1 vit löpare · d1 vit drottning · e1 vit kung · f1 vit löpare · g1 vit springare · h1 vit torn | a8 svart torn · b8 svart springare · c8 svart löpare · d8 svart drottning · e8 svart kung · f8 svart löpare · g8 svart springare · h8 svart torn · a7 svart bonde · b7 svart bonde · c7 svart bonde · d7 svart bonde · e7 svart bonde · g7 svart bonde · h7 svart bonde · f5 svart bonde · d4 vit bonde · a2 vit bonde · b2 vit bonde · c2 vit bonde · e2 vit bonde · f2 vit bonde · g2 vit bonde · h2 vit bonde · a1 vit torn · b1 vit springare · c1 vit löpare · d1 vit drottning · e1 vit kung · f1 vit löpare · g1 vit springare · h1 vit torn | a8 svart torn · b8 svart springare · c8 svart löpare · d8 svart drottning · e8 svart kung · f8 svart löpare · g8 svart springare · h8 svart torn · a7 svart bonde · b7 svart bonde · c7 svart bonde · d7 svart bonde · e7 svart bonde · g7 svart bonde · h7 svart bonde · f5 svart bonde · d4 vit bonde · a2 vit bonde · b2 vit bonde · c2 vit bonde · e2 vit bonde · f2 vit bonde · g2 vit bonde · h2 vit bonde · a1 vit torn · b1 vit springare · c1 vit löpare · d1 vit drottning · e1 vit kung · f1 vit löpare · g1 vit springare · h1 vit torn | a8 svart torn · b8 svart springare · c8 svart löpare · d8 svart drottning · e8 svart kung · f8 svart löpare · g8 svart springare · h8 svart torn · a7 svart bonde · b7 svart bonde · c7 svart bonde · d7 svart bonde · e7 svart bonde · g7 svart bonde · h7 svart bonde · f5 svart bonde · d4 vit bonde · a2 vit bonde · b2 vit bonde · c2 vit bonde · e2 vit bonde · f2 vit bonde · g2 vit bonde · h2 vit bonde · a1 vit torn · b1 vit springare · c1 vit löpare · d1 vit drottning · e1 vit kung · f1 vit löpare · g1 vit springare · h1 vit torn | a8 svart torn · b8 svart springare · c8 svart löpare · d8 svart drottning · e8 svart kung · f8 svart löpare · g8 svart springare · h8 svart torn · a7 svart bonde · b7 svart bonde · c7 svart bonde · d7 svart bonde · e7 svart bonde · g7 svart bonde · h7 svart bonde · f5 svart bonde · d4 vit bonde · a2 vit bonde · b2 vit bonde · c2 vit bonde · e2 vit bonde · f2 vit bonde · g2 vit bonde · h2 vit bonde · a1 vit torn · b1 vit springare · c1 vit löpare · d1 vit drottning · e1 vit kung · f1 vit löpare · g1 vit springare · h1 vit torn | a8 svart torn · b8 svart springare · c8 svart löpare · d8 svart drottning · e8 svart kung · f8 svart löpare · g8 svart springare · h8 svart torn · a7 svart bonde · b7 svart bonde · c7 svart bonde · d7 svart bonde · e7 svart bonde · g7 svart bonde · h7 svart bonde · f5 svart bonde · d4 vit bonde · a2 vit bonde · b2 vit bonde · c2 vit bonde · e2 vit bonde · f2 vit bonde · g2 vit bonde · h2 vit bonde · a1 vit torn · b1 vit springare · c1 vit löpare · d1 vit drottning · e1 vit kung · f1 vit löpare · g1 vit springare · h1 vit torn | a8 svart torn · b8 svart springare · c8 svart löpare · d8 svart drottning · e8 svart kung · f8 svart löpare · g8 svart springare · h8 svart torn · a7 svart bonde · b7 svart bonde · c7 svart bonde · d7 svart bonde · e7 svart bonde · g7 svart bonde · h7 svart bonde · f5 svart bonde · d4 vit bonde · a2 vit bonde · b2 vit bonde · c2 vit bonde · e2 vit bonde · f2 vit bonde · g2 vit bonde · h2 vit bonde · a1 vit torn · b1 vit springare · c1 vit löpare · d1 vit drottning · e1 vit kung · f1 vit löpare · g1 vit springare · h1 vit torn | 3 |
| 2 | a8 svart torn · b8 svart springare · c8 svart löpare · d8 svart drottning · e8 svart kung · f8 svart löpare · g8 svart springare · h8 svart torn · a7 svart bonde · b7 svart bonde · c7 svart bonde · d7 svart bonde · e7 svart bonde · g7 svart bonde · h7 svart bonde · f5 svart bonde · d4 vit bonde · a2 vit bonde · b2 vit bonde · c2 vit bonde · e2 vit bonde · f2 vit bonde · g2 vit bonde · h2 vit bonde · a1 vit torn · b1 vit springare · c1 vit löpare · d1 vit drottning · e1 vit kung · f1 vit löpare · g1 vit springare · h1 vit torn | a8 svart torn · b8 svart springare · c8 svart löpare · d8 svart drottning · e8 svart kung · f8 svart löpare · g8 svart springare · h8 svart torn · a7 svart bonde · b7 svart bonde · c7 svart bonde · d7 svart bonde · e7 svart bonde · g7 svart bonde · h7 svart bonde · f5 svart bonde · d4 vit bonde · a2 vit bonde · b2 vit bonde · c2 vit bonde · e2 vit bonde · f2 vit bonde · g2 vit bonde · h2 vit bonde · a1 vit torn · b1 vit springare · c1 vit löpare · d1 vit drottning · e1 vit kung · f1 vit löpare · g1 vit springare · h1 vit torn | a8 svart torn · b8 svart springare · c8 svart löpare · d8 svart drottning · e8 svart kung · f8 svart löpare · g8 svart springare · h8 svart torn · a7 svart bonde · b7 svart bonde · c7 svart bonde · d7 svart bonde · e7 svart bonde · g7 svart bonde · h7 svart bonde · f5 svart bonde · d4 vit bonde · a2 vit bonde · b2 vit bonde · c2 vit bonde · e2 vit bonde · f2 vit bonde · g2 vit bonde · h2 vit bonde · a1 vit torn · b1 vit springare · c1 vit löpare · d1 vit drottning · e1 vit kung · f1 vit löpare · g1 vit springare · h1 vit torn | a8 svart torn · b8 svart springare · c8 svart löpare · d8 svart drottning · e8 svart kung · f8 svart löpare · g8 svart springare · h8 svart torn · a7 svart bonde · b7 svart bonde · c7 svart bonde · d7 svart bonde · e7 svart bonde · g7 svart bonde · h7 svart bonde · f5 svart bonde · d4 vit bonde · a2 vit bonde · b2 vit bonde · c2 vit bonde · e2 vit bonde · f2 vit bonde · g2 vit bonde · h2 vit bonde · a1 vit torn · b1 vit springare · c1 vit löpare · d1 vit drottning · e1 vit kung · f1 vit löpare · g1 vit springare · h1 vit torn | a8 svart torn · b8 svart springare · c8 svart löpare · d8 svart drottning · e8 svart kung · f8 svart löpare · g8 svart springare · h8 svart torn · a7 svart bonde · b7 svart bonde · c7 svart bonde · d7 svart bonde · e7 svart bonde · g7 svart bonde · h7 svart bonde · f5 svart bonde · d4 vit bonde · a2 vit bonde · b2 vit bonde · c2 vit bonde · e2 vit bonde · f2 vit bonde · g2 vit bonde · h2 vit bonde · a1 vit torn · b1 vit springare · c1 vit löpare · d1 vit drottning · e1 vit kung · f1 vit löpare · g1 vit springare · h1 vit torn | a8 svart torn · b8 svart springare · c8 svart löpare · d8 svart drottning · e8 svart kung · f8 svart löpare · g8 svart springare · h8 svart torn · a7 svart bonde · b7 svart bonde · c7 svart bonde · d7 svart bonde · e7 svart bonde · g7 svart bonde · h7 svart bonde · f5 svart bonde · d4 vit bonde · a2 vit bonde · b2 vit bonde · c2 vit bonde · e2 vit bonde · f2 vit bonde · g2 vit bonde · h2 vit bonde · a1 vit torn · b1 vit springare · c1 vit löpare · d1 vit drottning · e1 vit kung · f1 vit löpare · g1 vit springare · h1 vit torn | a8 svart torn · b8 svart springare · c8 svart löpare · d8 svart drottning · e8 svart kung · f8 svart löpare · g8 svart springare · h8 svart torn · a7 svart bonde · b7 svart bonde · c7 svart bonde · d7 svart bonde · e7 svart bonde · g7 svart bonde · h7 svart bonde · f5 svart bonde · d4 vit bonde · a2 vit bonde · b2 vit bonde · c2 vit bonde · e2 vit bonde · f2 vit bonde · g2 vit bonde · h2 vit bonde · a1 vit torn · b1 vit springare · c1 vit löpare · d1 vit drottning · e1 vit kung · f1 vit löpare · g1 vit springare · h1 vit torn | a8 svart torn · b8 svart springare · c8 svart löpare · d8 svart drottning · e8 svart kung · f8 svart löpare · g8 svart springare · h8 svart torn · a7 svart bonde · b7 svart bonde · c7 svart bonde · d7 svart bonde · e7 svart bonde · g7 svart bonde · h7 svart bonde · f5 svart bonde · d4 vit bonde · a2 vit bonde · b2 vit bonde · c2 vit bonde · e2 vit bonde · f2 vit bonde · g2 vit bonde · h2 vit bonde · a1 vit torn · b1 vit springare · c1 vit löpare · d1 vit drottning · e1 vit kung · f1 vit löpare · g1 vit springare · h1 vit torn | 2 |
| 1 | a8 svart torn · b8 svart springare · c8 svart löpare · d8 svart drottning · e8 svart kung · f8 svart löpare · g8 svart springare · h8 svart torn · a7 svart bonde · b7 svart bonde · c7 svart bonde · d7 svart bonde · e7 svart bonde · g7 svart bonde · h7 svart bonde · f5 svart bonde · d4 vit bonde · a2 vit bonde · b2 vit bonde · c2 vit bonde · e2 vit bonde · f2 vit bonde · g2 vit bonde · h2 vit bonde · a1 vit torn · b1 vit springare · c1 vit löpare · d1 vit drottning · e1 vit kung · f1 vit löpare · g1 vit springare · h1 vit torn | a8 svart torn · b8 svart springare · c8 svart löpare · d8 svart drottning · e8 svart kung · f8 svart löpare · g8 svart springare · h8 svart torn · a7 svart bonde · b7 svart bonde · c7 svart bonde · d7 svart bonde · e7 svart bonde · g7 svart bonde · h7 svart bonde · f5 svart bonde · d4 vit bonde · a2 vit bonde · b2 vit bonde · c2 vit bonde · e2 vit bonde · f2 vit bonde · g2 vit bonde · h2 vit bonde · a1 vit torn · b1 vit springare · c1 vit löpare · d1 vit drottning · e1 vit kung · f1 vit löpare · g1 vit springare · h1 vit torn | a8 svart torn · b8 svart springare · c8 svart löpare · d8 svart drottning · e8 svart kung · f8 svart löpare · g8 svart springare · h8 svart torn · a7 svart bonde · b7 svart bonde · c7 svart bonde · d7 svart bonde · e7 svart bonde · g7 svart bonde · h7 svart bonde · f5 svart bonde · d4 vit bonde · a2 vit bonde · b2 vit bonde · c2 vit bonde · e2 vit bonde · f2 vit bonde · g2 vit bonde · h2 vit bonde · a1 vit torn · b1 vit springare · c1 vit löpare · d1 vit drottning · e1 vit kung · f1 vit löpare · g1 vit springare · h1 vit torn | a8 svart torn · b8 svart springare · c8 svart löpare · d8 svart drottning · e8 svart kung · f8 svart löpare · g8 svart springare · h8 svart torn · a7 svart bonde · b7 svart bonde · c7 svart bonde · d7 svart bonde · e7 svart bonde · g7 svart bonde · h7 svart bonde · f5 svart bonde · d4 vit bonde · a2 vit bonde · b2 vit bonde · c2 vit bonde · e2 vit bonde · f2 vit bonde · g2 vit bonde · h2 vit bonde · a1 vit torn · b1 vit springare · c1 vit löpare · d1 vit drottning · e1 vit kung · f1 vit löpare · g1 vit springare · h1 vit torn | a8 svart torn · b8 svart springare · c8 svart löpare · d8 svart drottning · e8 svart kung · f8 svart löpare · g8 svart springare · h8 svart torn · a7 svart bonde · b7 svart bonde · c7 svart bonde · d7 svart bonde · e7 svart bonde · g7 svart bonde · h7 svart bonde · f5 svart bonde · d4 vit bonde · a2 vit bonde · b2 vit bonde · c2 vit bonde · e2 vit bonde · f2 vit bonde · g2 vit bonde · h2 vit bonde · a1 vit torn · b1 vit springare · c1 vit löpare · d1 vit drottning · e1 vit kung · f1 vit löpare · g1 vit springare · h1 vit torn | a8 svart torn · b8 svart springare · c8 svart löpare · d8 svart drottning · e8 svart kung · f8 svart löpare · g8 svart springare · h8 svart torn · a7 svart bonde · b7 svart bonde · c7 svart bonde · d7 svart bonde · e7 svart bonde · g7 svart bonde · h7 svart bonde · f5 svart bonde · d4 vit bonde · a2 vit bonde · b2 vit bonde · c2 vit bonde · e2 vit bonde · f2 vit bonde · g2 vit bonde · h2 vit bonde · a1 vit torn · b1 vit springare · c1 vit löpare · d1 vit drottning · e1 vit kung · f1 vit löpare · g1 vit springare · h1 vit torn | a8 svart torn · b8 svart springare · c8 svart löpare · d8 svart drottning · e8 svart kung · f8 svart löpare · g8 svart springare · h8 svart torn · a7 svart bonde · b7 svart bonde · c7 svart bonde · d7 svart bonde · e7 svart bonde · g7 svart bonde · h7 svart bonde · f5 svart bonde · d4 vit bonde · a2 vit bonde · b2 vit bonde · c2 vit bonde · e2 vit bonde · f2 vit bonde · g2 vit bonde · h2 vit bonde · a1 vit torn · b1 vit springare · c1 vit löpare · d1 vit drottning · e1 vit kung · f1 vit löpare · g1 vit springare · h1 vit torn | a8 svart torn · b8 svart springare · c8 svart löpare · d8 svart drottning · e8 svart kung · f8 svart löpare · g8 svart springare · h8 svart torn · a7 svart bonde · b7 svart bonde · c7 svart bonde · d7 svart bonde · e7 svart bonde · g7 svart bonde · h7 svart bonde · f5 svart bonde · d4 vit bonde · a2 vit bonde · b2 vit bonde · c2 vit bonde · e2 vit bonde · f2 vit bonde · g2 vit bonde · h2 vit bonde · a1 vit torn · b1 vit springare · c1 vit löpare · d1 vit drottning · e1 vit kung · f1 vit löpare · g1 vit springare · h1 vit torn | 1 |
|   | a | b | c | d | e | f | g | h |   |

A80 Holländskt försvar
1.d4 f5
A81 Holländskt
1.d4 f5 2.g3
A82 Holländskt, Stauntongambit
1.d4 f5 2.e4
A83 Holländskt, Stauntongambit
1.d4 f5 2.e4 fxe4 3.Sc3 Sf6 4.Lg5
A84 Holländskt
1.d4 f5 2.c4
A85 Holländskt, med c4 och Sc3
1.d4 f5 2.c4 Sf6 3.Sc3
A86 Holländskt
1.d4 f5 2.c4 Sf6 3.g3
A87 Holländskt, Leningradvarianten, huvudvarianten
1.d4 f5 2.c4 Sf6 3.g3 g6 4.Lg2 Lg7 5.Sf3
A88 Holländskt, Leningrad, huvudvarianten med ...c6
1.d4 f5 2.c4 Sf6 3.g3 g6 4.Lg2 Lg7 5.Sf3 0-0 6.0-0 d6 7.Sc3 c6
A89 Holländskt, Leningrad, huvudvarianten med ...Sc6
1.d4 f5 2.c4 Sf6 3.g3 g6 4.Lg2 Lg7 5.Sf3 0-0 6.0-0 d6 7.Sc3 Sc6
|   | a | b | c | d | e | f | g | h |   |
| 8 | a8 svart torn · b8 svart springare · c8 svart löpare · d8 svart drottning · e8 svart kung · f8 svart löpare · h8 svart torn · a7 svart bonde · b7 svart bonde · c7 svart bonde · d7 svart bonde · g7 svart bonde · h7 svart bonde · e6 svart bonde · f6 svart springare · f5 svart bonde · c4 vit bonde · d4 vit bonde · g3 vit bonde · a2 vit bonde · b2 vit bonde · e2 vit bonde · f2 vit bonde · h2 vit bonde · a1 vit torn · b1 vit springare · c1 vit löpare · d1 vit drottning · e1 vit kung · f1 vit löpare · g1 vit springare · h1 vit torn | a8 svart torn · b8 svart springare · c8 svart löpare · d8 svart drottning · e8 svart kung · f8 svart löpare · h8 svart torn · a7 svart bonde · b7 svart bonde · c7 svart bonde · d7 svart bonde · g7 svart bonde · h7 svart bonde · e6 svart bonde · f6 svart springare · f5 svart bonde · c4 vit bonde · d4 vit bonde · g3 vit bonde · a2 vit bonde · b2 vit bonde · e2 vit bonde · f2 vit bonde · h2 vit bonde · a1 vit torn · b1 vit springare · c1 vit löpare · d1 vit drottning · e1 vit kung · f1 vit löpare · g1 vit springare · h1 vit torn | a8 svart torn · b8 svart springare · c8 svart löpare · d8 svart drottning · e8 svart kung · f8 svart löpare · h8 svart torn · a7 svart bonde · b7 svart bonde · c7 svart bonde · d7 svart bonde · g7 svart bonde · h7 svart bonde · e6 svart bonde · f6 svart springare · f5 svart bonde · c4 vit bonde · d4 vit bonde · g3 vit bonde · a2 vit bonde · b2 vit bonde · e2 vit bonde · f2 vit bonde · h2 vit bonde · a1 vit torn · b1 vit springare · c1 vit löpare · d1 vit drottning · e1 vit kung · f1 vit löpare · g1 vit springare · h1 vit torn | a8 svart torn · b8 svart springare · c8 svart löpare · d8 svart drottning · e8 svart kung · f8 svart löpare · h8 svart torn · a7 svart bonde · b7 svart bonde · c7 svart bonde · d7 svart bonde · g7 svart bonde · h7 svart bonde · e6 svart bonde · f6 svart springare · f5 svart bonde · c4 vit bonde · d4 vit bonde · g3 vit bonde · a2 vit bonde · b2 vit bonde · e2 vit bonde · f2 vit bonde · h2 vit bonde · a1 vit torn · b1 vit springare · c1 vit löpare · d1 vit drottning · e1 vit kung · f1 vit löpare · g1 vit springare · h1 vit torn | a8 svart torn · b8 svart springare · c8 svart löpare · d8 svart drottning · e8 svart kung · f8 svart löpare · h8 svart torn · a7 svart bonde · b7 svart bonde · c7 svart bonde · d7 svart bonde · g7 svart bonde · h7 svart bonde · e6 svart bonde · f6 svart springare · f5 svart bonde · c4 vit bonde · d4 vit bonde · g3 vit bonde · a2 vit bonde · b2 vit bonde · e2 vit bonde · f2 vit bonde · h2 vit bonde · a1 vit torn · b1 vit springare · c1 vit löpare · d1 vit drottning · e1 vit kung · f1 vit löpare · g1 vit springare · h1 vit torn | a8 svart torn · b8 svart springare · c8 svart löpare · d8 svart drottning · e8 svart kung · f8 svart löpare · h8 svart torn · a7 svart bonde · b7 svart bonde · c7 svart bonde · d7 svart bonde · g7 svart bonde · h7 svart bonde · e6 svart bonde · f6 svart springare · f5 svart bonde · c4 vit bonde · d4 vit bonde · g3 vit bonde · a2 vit bonde · b2 vit bonde · e2 vit bonde · f2 vit bonde · h2 vit bonde · a1 vit torn · b1 vit springare · c1 vit löpare · d1 vit drottning · e1 vit kung · f1 vit löpare · g1 vit springare · h1 vit torn | a8 svart torn · b8 svart springare · c8 svart löpare · d8 svart drottning · e8 svart kung · f8 svart löpare · h8 svart torn · a7 svart bonde · b7 svart bonde · c7 svart bonde · d7 svart bonde · g7 svart bonde · h7 svart bonde · e6 svart bonde · f6 svart springare · f5 svart bonde · c4 vit bonde · d4 vit bonde · g3 vit bonde · a2 vit bonde · b2 vit bonde · e2 vit bonde · f2 vit bonde · h2 vit bonde · a1 vit torn · b1 vit springare · c1 vit löpare · d1 vit drottning · e1 vit kung · f1 vit löpare · g1 vit springare · h1 vit torn | a8 svart torn · b8 svart springare · c8 svart löpare · d8 svart drottning · e8 svart kung · f8 svart löpare · h8 svart torn · a7 svart bonde · b7 svart bonde · c7 svart bonde · d7 svart bonde · g7 svart bonde · h7 svart bonde · e6 svart bonde · f6 svart springare · f5 svart bonde · c4 vit bonde · d4 vit bonde · g3 vit bonde · a2 vit bonde · b2 vit bonde · e2 vit bonde · f2 vit bonde · h2 vit bonde · a1 vit torn · b1 vit springare · c1 vit löpare · d1 vit drottning · e1 vit kung · f1 vit löpare · g1 vit springare · h1 vit torn | 8 |
| 7 | a8 svart torn · b8 svart springare · c8 svart löpare · d8 svart drottning · e8 svart kung · f8 svart löpare · h8 svart torn · a7 svart bonde · b7 svart bonde · c7 svart bonde · d7 svart bonde · g7 svart bonde · h7 svart bonde · e6 svart bonde · f6 svart springare · f5 svart bonde · c4 vit bonde · d4 vit bonde · g3 vit bonde · a2 vit bonde · b2 vit bonde · e2 vit bonde · f2 vit bonde · h2 vit bonde · a1 vit torn · b1 vit springare · c1 vit löpare · d1 vit drottning · e1 vit kung · f1 vit löpare · g1 vit springare · h1 vit torn | a8 svart torn · b8 svart springare · c8 svart löpare · d8 svart drottning · e8 svart kung · f8 svart löpare · h8 svart torn · a7 svart bonde · b7 svart bonde · c7 svart bonde · d7 svart bonde · g7 svart bonde · h7 svart bonde · e6 svart bonde · f6 svart springare · f5 svart bonde · c4 vit bonde · d4 vit bonde · g3 vit bonde · a2 vit bonde · b2 vit bonde · e2 vit bonde · f2 vit bonde · h2 vit bonde · a1 vit torn · b1 vit springare · c1 vit löpare · d1 vit drottning · e1 vit kung · f1 vit löpare · g1 vit springare · h1 vit torn | a8 svart torn · b8 svart springare · c8 svart löpare · d8 svart drottning · e8 svart kung · f8 svart löpare · h8 svart torn · a7 svart bonde · b7 svart bonde · c7 svart bonde · d7 svart bonde · g7 svart bonde · h7 svart bonde · e6 svart bonde · f6 svart springare · f5 svart bonde · c4 vit bonde · d4 vit bonde · g3 vit bonde · a2 vit bonde · b2 vit bonde · e2 vit bonde · f2 vit bonde · h2 vit bonde · a1 vit torn · b1 vit springare · c1 vit löpare · d1 vit drottning · e1 vit kung · f1 vit löpare · g1 vit springare · h1 vit torn | a8 svart torn · b8 svart springare · c8 svart löpare · d8 svart drottning · e8 svart kung · f8 svart löpare · h8 svart torn · a7 svart bonde · b7 svart bonde · c7 svart bonde · d7 svart bonde · g7 svart bonde · h7 svart bonde · e6 svart bonde · f6 svart springare · f5 svart bonde · c4 vit bonde · d4 vit bonde · g3 vit bonde · a2 vit bonde · b2 vit bonde · e2 vit bonde · f2 vit bonde · h2 vit bonde · a1 vit torn · b1 vit springare · c1 vit löpare · d1 vit drottning · e1 vit kung · f1 vit löpare · g1 vit springare · h1 vit torn | a8 svart torn · b8 svart springare · c8 svart löpare · d8 svart drottning · e8 svart kung · f8 svart löpare · h8 svart torn · a7 svart bonde · b7 svart bonde · c7 svart bonde · d7 svart bonde · g7 svart bonde · h7 svart bonde · e6 svart bonde · f6 svart springare · f5 svart bonde · c4 vit bonde · d4 vit bonde · g3 vit bonde · a2 vit bonde · b2 vit bonde · e2 vit bonde · f2 vit bonde · h2 vit bonde · a1 vit torn · b1 vit springare · c1 vit löpare · d1 vit drottning · e1 vit kung · f1 vit löpare · g1 vit springare · h1 vit torn | a8 svart torn · b8 svart springare · c8 svart löpare · d8 svart drottning · e8 svart kung · f8 svart löpare · h8 svart torn · a7 svart bonde · b7 svart bonde · c7 svart bonde · d7 svart bonde · g7 svart bonde · h7 svart bonde · e6 svart bonde · f6 svart springare · f5 svart bonde · c4 vit bonde · d4 vit bonde · g3 vit bonde · a2 vit bonde · b2 vit bonde · e2 vit bonde · f2 vit bonde · h2 vit bonde · a1 vit torn · b1 vit springare · c1 vit löpare · d1 vit drottning · e1 vit kung · f1 vit löpare · g1 vit springare · h1 vit torn | a8 svart torn · b8 svart springare · c8 svart löpare · d8 svart drottning · e8 svart kung · f8 svart löpare · h8 svart torn · a7 svart bonde · b7 svart bonde · c7 svart bonde · d7 svart bonde · g7 svart bonde · h7 svart bonde · e6 svart bonde · f6 svart springare · f5 svart bonde · c4 vit bonde · d4 vit bonde · g3 vit bonde · a2 vit bonde · b2 vit bonde · e2 vit bonde · f2 vit bonde · h2 vit bonde · a1 vit torn · b1 vit springare · c1 vit löpare · d1 vit drottning · e1 vit kung · f1 vit löpare · g1 vit springare · h1 vit torn | a8 svart torn · b8 svart springare · c8 svart löpare · d8 svart drottning · e8 svart kung · f8 svart löpare · h8 svart torn · a7 svart bonde · b7 svart bonde · c7 svart bonde · d7 svart bonde · g7 svart bonde · h7 svart bonde · e6 svart bonde · f6 svart springare · f5 svart bonde · c4 vit bonde · d4 vit bonde · g3 vit bonde · a2 vit bonde · b2 vit bonde · e2 vit bonde · f2 vit bonde · h2 vit bonde · a1 vit torn · b1 vit springare · c1 vit löpare · d1 vit drottning · e1 vit kung · f1 vit löpare · g1 vit springare · h1 vit torn | 7 |
| 6 | a8 svart torn · b8 svart springare · c8 svart löpare · d8 svart drottning · e8 svart kung · f8 svart löpare · h8 svart torn · a7 svart bonde · b7 svart bonde · c7 svart bonde · d7 svart bonde · g7 svart bonde · h7 svart bonde · e6 svart bonde · f6 svart springare · f5 svart bonde · c4 vit bonde · d4 vit bonde · g3 vit bonde · a2 vit bonde · b2 vit bonde · e2 vit bonde · f2 vit bonde · h2 vit bonde · a1 vit torn · b1 vit springare · c1 vit löpare · d1 vit drottning · e1 vit kung · f1 vit löpare · g1 vit springare · h1 vit torn | a8 svart torn · b8 svart springare · c8 svart löpare · d8 svart drottning · e8 svart kung · f8 svart löpare · h8 svart torn · a7 svart bonde · b7 svart bonde · c7 svart bonde · d7 svart bonde · g7 svart bonde · h7 svart bonde · e6 svart bonde · f6 svart springare · f5 svart bonde · c4 vit bonde · d4 vit bonde · g3 vit bonde · a2 vit bonde · b2 vit bonde · e2 vit bonde · f2 vit bonde · h2 vit bonde · a1 vit torn · b1 vit springare · c1 vit löpare · d1 vit drottning · e1 vit kung · f1 vit löpare · g1 vit springare · h1 vit torn | a8 svart torn · b8 svart springare · c8 svart löpare · d8 svart drottning · e8 svart kung · f8 svart löpare · h8 svart torn · a7 svart bonde · b7 svart bonde · c7 svart bonde · d7 svart bonde · g7 svart bonde · h7 svart bonde · e6 svart bonde · f6 svart springare · f5 svart bonde · c4 vit bonde · d4 vit bonde · g3 vit bonde · a2 vit bonde · b2 vit bonde · e2 vit bonde · f2 vit bonde · h2 vit bonde · a1 vit torn · b1 vit springare · c1 vit löpare · d1 vit drottning · e1 vit kung · f1 vit löpare · g1 vit springare · h1 vit torn | a8 svart torn · b8 svart springare · c8 svart löpare · d8 svart drottning · e8 svart kung · f8 svart löpare · h8 svart torn · a7 svart bonde · b7 svart bonde · c7 svart bonde · d7 svart bonde · g7 svart bonde · h7 svart bonde · e6 svart bonde · f6 svart springare · f5 svart bonde · c4 vit bonde · d4 vit bonde · g3 vit bonde · a2 vit bonde · b2 vit bonde · e2 vit bonde · f2 vit bonde · h2 vit bonde · a1 vit torn · b1 vit springare · c1 vit löpare · d1 vit drottning · e1 vit kung · f1 vit löpare · g1 vit springare · h1 vit torn | a8 svart torn · b8 svart springare · c8 svart löpare · d8 svart drottning · e8 svart kung · f8 svart löpare · h8 svart torn · a7 svart bonde · b7 svart bonde · c7 svart bonde · d7 svart bonde · g7 svart bonde · h7 svart bonde · e6 svart bonde · f6 svart springare · f5 svart bonde · c4 vit bonde · d4 vit bonde · g3 vit bonde · a2 vit bonde · b2 vit bonde · e2 vit bonde · f2 vit bonde · h2 vit bonde · a1 vit torn · b1 vit springare · c1 vit löpare · d1 vit drottning · e1 vit kung · f1 vit löpare · g1 vit springare · h1 vit torn | a8 svart torn · b8 svart springare · c8 svart löpare · d8 svart drottning · e8 svart kung · f8 svart löpare · h8 svart torn · a7 svart bonde · b7 svart bonde · c7 svart bonde · d7 svart bonde · g7 svart bonde · h7 svart bonde · e6 svart bonde · f6 svart springare · f5 svart bonde · c4 vit bonde · d4 vit bonde · g3 vit bonde · a2 vit bonde · b2 vit bonde · e2 vit bonde · f2 vit bonde · h2 vit bonde · a1 vit torn · b1 vit springare · c1 vit löpare · d1 vit drottning · e1 vit kung · f1 vit löpare · g1 vit springare · h1 vit torn | a8 svart torn · b8 svart springare · c8 svart löpare · d8 svart drottning · e8 svart kung · f8 svart löpare · h8 svart torn · a7 svart bonde · b7 svart bonde · c7 svart bonde · d7 svart bonde · g7 svart bonde · h7 svart bonde · e6 svart bonde · f6 svart springare · f5 svart bonde · c4 vit bonde · d4 vit bonde · g3 vit bonde · a2 vit bonde · b2 vit bonde · e2 vit bonde · f2 vit bonde · h2 vit bonde · a1 vit torn · b1 vit springare · c1 vit löpare · d1 vit drottning · e1 vit kung · f1 vit löpare · g1 vit springare · h1 vit torn | a8 svart torn · b8 svart springare · c8 svart löpare · d8 svart drottning · e8 svart kung · f8 svart löpare · h8 svart torn · a7 svart bonde · b7 svart bonde · c7 svart bonde · d7 svart bonde · g7 svart bonde · h7 svart bonde · e6 svart bonde · f6 svart springare · f5 svart bonde · c4 vit bonde · d4 vit bonde · g3 vit bonde · a2 vit bonde · b2 vit bonde · e2 vit bonde · f2 vit bonde · h2 vit bonde · a1 vit torn · b1 vit springare · c1 vit löpare · d1 vit drottning · e1 vit kung · f1 vit löpare · g1 vit springare · h1 vit torn | 6 |
| 5 | a8 svart torn · b8 svart springare · c8 svart löpare · d8 svart drottning · e8 svart kung · f8 svart löpare · h8 svart torn · a7 svart bonde · b7 svart bonde · c7 svart bonde · d7 svart bonde · g7 svart bonde · h7 svart bonde · e6 svart bonde · f6 svart springare · f5 svart bonde · c4 vit bonde · d4 vit bonde · g3 vit bonde · a2 vit bonde · b2 vit bonde · e2 vit bonde · f2 vit bonde · h2 vit bonde · a1 vit torn · b1 vit springare · c1 vit löpare · d1 vit drottning · e1 vit kung · f1 vit löpare · g1 vit springare · h1 vit torn | a8 svart torn · b8 svart springare · c8 svart löpare · d8 svart drottning · e8 svart kung · f8 svart löpare · h8 svart torn · a7 svart bonde · b7 svart bonde · c7 svart bonde · d7 svart bonde · g7 svart bonde · h7 svart bonde · e6 svart bonde · f6 svart springare · f5 svart bonde · c4 vit bonde · d4 vit bonde · g3 vit bonde · a2 vit bonde · b2 vit bonde · e2 vit bonde · f2 vit bonde · h2 vit bonde · a1 vit torn · b1 vit springare · c1 vit löpare · d1 vit drottning · e1 vit kung · f1 vit löpare · g1 vit springare · h1 vit torn | a8 svart torn · b8 svart springare · c8 svart löpare · d8 svart drottning · e8 svart kung · f8 svart löpare · h8 svart torn · a7 svart bonde · b7 svart bonde · c7 svart bonde · d7 svart bonde · g7 svart bonde · h7 svart bonde · e6 svart bonde · f6 svart springare · f5 svart bonde · c4 vit bonde · d4 vit bonde · g3 vit bonde · a2 vit bonde · b2 vit bonde · e2 vit bonde · f2 vit bonde · h2 vit bonde · a1 vit torn · b1 vit springare · c1 vit löpare · d1 vit drottning · e1 vit kung · f1 vit löpare · g1 vit springare · h1 vit torn | a8 svart torn · b8 svart springare · c8 svart löpare · d8 svart drottning · e8 svart kung · f8 svart löpare · h8 svart torn · a7 svart bonde · b7 svart bonde · c7 svart bonde · d7 svart bonde · g7 svart bonde · h7 svart bonde · e6 svart bonde · f6 svart springare · f5 svart bonde · c4 vit bonde · d4 vit bonde · g3 vit bonde · a2 vit bonde · b2 vit bonde · e2 vit bonde · f2 vit bonde · h2 vit bonde · a1 vit torn · b1 vit springare · c1 vit löpare · d1 vit drottning · e1 vit kung · f1 vit löpare · g1 vit springare · h1 vit torn | a8 svart torn · b8 svart springare · c8 svart löpare · d8 svart drottning · e8 svart kung · f8 svart löpare · h8 svart torn · a7 svart bonde · b7 svart bonde · c7 svart bonde · d7 svart bonde · g7 svart bonde · h7 svart bonde · e6 svart bonde · f6 svart springare · f5 svart bonde · c4 vit bonde · d4 vit bonde · g3 vit bonde · a2 vit bonde · b2 vit bonde · e2 vit bonde · f2 vit bonde · h2 vit bonde · a1 vit torn · b1 vit springare · c1 vit löpare · d1 vit drottning · e1 vit kung · f1 vit löpare · g1 vit springare · h1 vit torn | a8 svart torn · b8 svart springare · c8 svart löpare · d8 svart drottning · e8 svart kung · f8 svart löpare · h8 svart torn · a7 svart bonde · b7 svart bonde · c7 svart bonde · d7 svart bonde · g7 svart bonde · h7 svart bonde · e6 svart bonde · f6 svart springare · f5 svart bonde · c4 vit bonde · d4 vit bonde · g3 vit bonde · a2 vit bonde · b2 vit bonde · e2 vit bonde · f2 vit bonde · h2 vit bonde · a1 vit torn · b1 vit springare · c1 vit löpare · d1 vit drottning · e1 vit kung · f1 vit löpare · g1 vit springare · h1 vit torn | a8 svart torn · b8 svart springare · c8 svart löpare · d8 svart drottning · e8 svart kung · f8 svart löpare · h8 svart torn · a7 svart bonde · b7 svart bonde · c7 svart bonde · d7 svart bonde · g7 svart bonde · h7 svart bonde · e6 svart bonde · f6 svart springare · f5 svart bonde · c4 vit bonde · d4 vit bonde · g3 vit bonde · a2 vit bonde · b2 vit bonde · e2 vit bonde · f2 vit bonde · h2 vit bonde · a1 vit torn · b1 vit springare · c1 vit löpare · d1 vit drottning · e1 vit kung · f1 vit löpare · g1 vit springare · h1 vit torn | a8 svart torn · b8 svart springare · c8 svart löpare · d8 svart drottning · e8 svart kung · f8 svart löpare · h8 svart torn · a7 svart bonde · b7 svart bonde · c7 svart bonde · d7 svart bonde · g7 svart bonde · h7 svart bonde · e6 svart bonde · f6 svart springare · f5 svart bonde · c4 vit bonde · d4 vit bonde · g3 vit bonde · a2 vit bonde · b2 vit bonde · e2 vit bonde · f2 vit bonde · h2 vit bonde · a1 vit torn · b1 vit springare · c1 vit löpare · d1 vit drottning · e1 vit kung · f1 vit löpare · g1 vit springare · h1 vit torn | 5 |
| 4 | a8 svart torn · b8 svart springare · c8 svart löpare · d8 svart drottning · e8 svart kung · f8 svart löpare · h8 svart torn · a7 svart bonde · b7 svart bonde · c7 svart bonde · d7 svart bonde · g7 svart bonde · h7 svart bonde · e6 svart bonde · f6 svart springare · f5 svart bonde · c4 vit bonde · d4 vit bonde · g3 vit bonde · a2 vit bonde · b2 vit bonde · e2 vit bonde · f2 vit bonde · h2 vit bonde · a1 vit torn · b1 vit springare · c1 vit löpare · d1 vit drottning · e1 vit kung · f1 vit löpare · g1 vit springare · h1 vit torn | a8 svart torn · b8 svart springare · c8 svart löpare · d8 svart drottning · e8 svart kung · f8 svart löpare · h8 svart torn · a7 svart bonde · b7 svart bonde · c7 svart bonde · d7 svart bonde · g7 svart bonde · h7 svart bonde · e6 svart bonde · f6 svart springare · f5 svart bonde · c4 vit bonde · d4 vit bonde · g3 vit bonde · a2 vit bonde · b2 vit bonde · e2 vit bonde · f2 vit bonde · h2 vit bonde · a1 vit torn · b1 vit springare · c1 vit löpare · d1 vit drottning · e1 vit kung · f1 vit löpare · g1 vit springare · h1 vit torn | a8 svart torn · b8 svart springare · c8 svart löpare · d8 svart drottning · e8 svart kung · f8 svart löpare · h8 svart torn · a7 svart bonde · b7 svart bonde · c7 svart bonde · d7 svart bonde · g7 svart bonde · h7 svart bonde · e6 svart bonde · f6 svart springare · f5 svart bonde · c4 vit bonde · d4 vit bonde · g3 vit bonde · a2 vit bonde · b2 vit bonde · e2 vit bonde · f2 vit bonde · h2 vit bonde · a1 vit torn · b1 vit springare · c1 vit löpare · d1 vit drottning · e1 vit kung · f1 vit löpare · g1 vit springare · h1 vit torn | a8 svart torn · b8 svart springare · c8 svart löpare · d8 svart drottning · e8 svart kung · f8 svart löpare · h8 svart torn · a7 svart bonde · b7 svart bonde · c7 svart bonde · d7 svart bonde · g7 svart bonde · h7 svart bonde · e6 svart bonde · f6 svart springare · f5 svart bonde · c4 vit bonde · d4 vit bonde · g3 vit bonde · a2 vit bonde · b2 vit bonde · e2 vit bonde · f2 vit bonde · h2 vit bonde · a1 vit torn · b1 vit springare · c1 vit löpare · d1 vit drottning · e1 vit kung · f1 vit löpare · g1 vit springare · h1 vit torn | a8 svart torn · b8 svart springare · c8 svart löpare · d8 svart drottning · e8 svart kung · f8 svart löpare · h8 svart torn · a7 svart bonde · b7 svart bonde · c7 svart bonde · d7 svart bonde · g7 svart bonde · h7 svart bonde · e6 svart bonde · f6 svart springare · f5 svart bonde · c4 vit bonde · d4 vit bonde · g3 vit bonde · a2 vit bonde · b2 vit bonde · e2 vit bonde · f2 vit bonde · h2 vit bonde · a1 vit torn · b1 vit springare · c1 vit löpare · d1 vit drottning · e1 vit kung · f1 vit löpare · g1 vit springare · h1 vit torn | a8 svart torn · b8 svart springare · c8 svart löpare · d8 svart drottning · e8 svart kung · f8 svart löpare · h8 svart torn · a7 svart bonde · b7 svart bonde · c7 svart bonde · d7 svart bonde · g7 svart bonde · h7 svart bonde · e6 svart bonde · f6 svart springare · f5 svart bonde · c4 vit bonde · d4 vit bonde · g3 vit bonde · a2 vit bonde · b2 vit bonde · e2 vit bonde · f2 vit bonde · h2 vit bonde · a1 vit torn · b1 vit springare · c1 vit löpare · d1 vit drottning · e1 vit kung · f1 vit löpare · g1 vit springare · h1 vit torn | a8 svart torn · b8 svart springare · c8 svart löpare · d8 svart drottning · e8 svart kung · f8 svart löpare · h8 svart torn · a7 svart bonde · b7 svart bonde · c7 svart bonde · d7 svart bonde · g7 svart bonde · h7 svart bonde · e6 svart bonde · f6 svart springare · f5 svart bonde · c4 vit bonde · d4 vit bonde · g3 vit bonde · a2 vit bonde · b2 vit bonde · e2 vit bonde · f2 vit bonde · h2 vit bonde · a1 vit torn · b1 vit springare · c1 vit löpare · d1 vit drottning · e1 vit kung · f1 vit löpare · g1 vit springare · h1 vit torn | a8 svart torn · b8 svart springare · c8 svart löpare · d8 svart drottning · e8 svart kung · f8 svart löpare · h8 svart torn · a7 svart bonde · b7 svart bonde · c7 svart bonde · d7 svart bonde · g7 svart bonde · h7 svart bonde · e6 svart bonde · f6 svart springare · f5 svart bonde · c4 vit bonde · d4 vit bonde · g3 vit bonde · a2 vit bonde · b2 vit bonde · e2 vit bonde · f2 vit bonde · h2 vit bonde · a1 vit torn · b1 vit springare · c1 vit löpare · d1 vit drottning · e1 vit kung · f1 vit löpare · g1 vit springare · h1 vit torn | 4 |
| 3 | a8 svart torn · b8 svart springare · c8 svart löpare · d8 svart drottning · e8 svart kung · f8 svart löpare · h8 svart torn · a7 svart bonde · b7 svart bonde · c7 svart bonde · d7 svart bonde · g7 svart bonde · h7 svart bonde · e6 svart bonde · f6 svart springare · f5 svart bonde · c4 vit bonde · d4 vit bonde · g3 vit bonde · a2 vit bonde · b2 vit bonde · e2 vit bonde · f2 vit bonde · h2 vit bonde · a1 vit torn · b1 vit springare · c1 vit löpare · d1 vit drottning · e1 vit kung · f1 vit löpare · g1 vit springare · h1 vit torn | a8 svart torn · b8 svart springare · c8 svart löpare · d8 svart drottning · e8 svart kung · f8 svart löpare · h8 svart torn · a7 svart bonde · b7 svart bonde · c7 svart bonde · d7 svart bonde · g7 svart bonde · h7 svart bonde · e6 svart bonde · f6 svart springare · f5 svart bonde · c4 vit bonde · d4 vit bonde · g3 vit bonde · a2 vit bonde · b2 vit bonde · e2 vit bonde · f2 vit bonde · h2 vit bonde · a1 vit torn · b1 vit springare · c1 vit löpare · d1 vit drottning · e1 vit kung · f1 vit löpare · g1 vit springare · h1 vit torn | a8 svart torn · b8 svart springare · c8 svart löpare · d8 svart drottning · e8 svart kung · f8 svart löpare · h8 svart torn · a7 svart bonde · b7 svart bonde · c7 svart bonde · d7 svart bonde · g7 svart bonde · h7 svart bonde · e6 svart bonde · f6 svart springare · f5 svart bonde · c4 vit bonde · d4 vit bonde · g3 vit bonde · a2 vit bonde · b2 vit bonde · e2 vit bonde · f2 vit bonde · h2 vit bonde · a1 vit torn · b1 vit springare · c1 vit löpare · d1 vit drottning · e1 vit kung · f1 vit löpare · g1 vit springare · h1 vit torn | a8 svart torn · b8 svart springare · c8 svart löpare · d8 svart drottning · e8 svart kung · f8 svart löpare · h8 svart torn · a7 svart bonde · b7 svart bonde · c7 svart bonde · d7 svart bonde · g7 svart bonde · h7 svart bonde · e6 svart bonde · f6 svart springare · f5 svart bonde · c4 vit bonde · d4 vit bonde · g3 vit bonde · a2 vit bonde · b2 vit bonde · e2 vit bonde · f2 vit bonde · h2 vit bonde · a1 vit torn · b1 vit springare · c1 vit löpare · d1 vit drottning · e1 vit kung · f1 vit löpare · g1 vit springare · h1 vit torn | a8 svart torn · b8 svart springare · c8 svart löpare · d8 svart drottning · e8 svart kung · f8 svart löpare · h8 svart torn · a7 svart bonde · b7 svart bonde · c7 svart bonde · d7 svart bonde · g7 svart bonde · h7 svart bonde · e6 svart bonde · f6 svart springare · f5 svart bonde · c4 vit bonde · d4 vit bonde · g3 vit bonde · a2 vit bonde · b2 vit bonde · e2 vit bonde · f2 vit bonde · h2 vit bonde · a1 vit torn · b1 vit springare · c1 vit löpare · d1 vit drottning · e1 vit kung · f1 vit löpare · g1 vit springare · h1 vit torn | a8 svart torn · b8 svart springare · c8 svart löpare · d8 svart drottning · e8 svart kung · f8 svart löpare · h8 svart torn · a7 svart bonde · b7 svart bonde · c7 svart bonde · d7 svart bonde · g7 svart bonde · h7 svart bonde · e6 svart bonde · f6 svart springare · f5 svart bonde · c4 vit bonde · d4 vit bonde · g3 vit bonde · a2 vit bonde · b2 vit bonde · e2 vit bonde · f2 vit bonde · h2 vit bonde · a1 vit torn · b1 vit springare · c1 vit löpare · d1 vit drottning · e1 vit kung · f1 vit löpare · g1 vit springare · h1 vit torn | a8 svart torn · b8 svart springare · c8 svart löpare · d8 svart drottning · e8 svart kung · f8 svart löpare · h8 svart torn · a7 svart bonde · b7 svart bonde · c7 svart bonde · d7 svart bonde · g7 svart bonde · h7 svart bonde · e6 svart bonde · f6 svart springare · f5 svart bonde · c4 vit bonde · d4 vit bonde · g3 vit bonde · a2 vit bonde · b2 vit bonde · e2 vit bonde · f2 vit bonde · h2 vit bonde · a1 vit torn · b1 vit springare · c1 vit löpare · d1 vit drottning · e1 vit kung · f1 vit löpare · g1 vit springare · h1 vit torn | a8 svart torn · b8 svart springare · c8 svart löpare · d8 svart drottning · e8 svart kung · f8 svart löpare · h8 svart torn · a7 svart bonde · b7 svart bonde · c7 svart bonde · d7 svart bonde · g7 svart bonde · h7 svart bonde · e6 svart bonde · f6 svart springare · f5 svart bonde · c4 vit bonde · d4 vit bonde · g3 vit bonde · a2 vit bonde · b2 vit bonde · e2 vit bonde · f2 vit bonde · h2 vit bonde · a1 vit torn · b1 vit springare · c1 vit löpare · d1 vit drottning · e1 vit kung · f1 vit löpare · g1 vit springare · h1 vit torn | 3 |
| 2 | a8 svart torn · b8 svart springare · c8 svart löpare · d8 svart drottning · e8 svart kung · f8 svart löpare · h8 svart torn · a7 svart bonde · b7 svart bonde · c7 svart bonde · d7 svart bonde · g7 svart bonde · h7 svart bonde · e6 svart bonde · f6 svart springare · f5 svart bonde · c4 vit bonde · d4 vit bonde · g3 vit bonde · a2 vit bonde · b2 vit bonde · e2 vit bonde · f2 vit bonde · h2 vit bonde · a1 vit torn · b1 vit springare · c1 vit löpare · d1 vit drottning · e1 vit kung · f1 vit löpare · g1 vit springare · h1 vit torn | a8 svart torn · b8 svart springare · c8 svart löpare · d8 svart drottning · e8 svart kung · f8 svart löpare · h8 svart torn · a7 svart bonde · b7 svart bonde · c7 svart bonde · d7 svart bonde · g7 svart bonde · h7 svart bonde · e6 svart bonde · f6 svart springare · f5 svart bonde · c4 vit bonde · d4 vit bonde · g3 vit bonde · a2 vit bonde · b2 vit bonde · e2 vit bonde · f2 vit bonde · h2 vit bonde · a1 vit torn · b1 vit springare · c1 vit löpare · d1 vit drottning · e1 vit kung · f1 vit löpare · g1 vit springare · h1 vit torn | a8 svart torn · b8 svart springare · c8 svart löpare · d8 svart drottning · e8 svart kung · f8 svart löpare · h8 svart torn · a7 svart bonde · b7 svart bonde · c7 svart bonde · d7 svart bonde · g7 svart bonde · h7 svart bonde · e6 svart bonde · f6 svart springare · f5 svart bonde · c4 vit bonde · d4 vit bonde · g3 vit bonde · a2 vit bonde · b2 vit bonde · e2 vit bonde · f2 vit bonde · h2 vit bonde · a1 vit torn · b1 vit springare · c1 vit löpare · d1 vit drottning · e1 vit kung · f1 vit löpare · g1 vit springare · h1 vit torn | a8 svart torn · b8 svart springare · c8 svart löpare · d8 svart drottning · e8 svart kung · f8 svart löpare · h8 svart torn · a7 svart bonde · b7 svart bonde · c7 svart bonde · d7 svart bonde · g7 svart bonde · h7 svart bonde · e6 svart bonde · f6 svart springare · f5 svart bonde · c4 vit bonde · d4 vit bonde · g3 vit bonde · a2 vit bonde · b2 vit bonde · e2 vit bonde · f2 vit bonde · h2 vit bonde · a1 vit torn · b1 vit springare · c1 vit löpare · d1 vit drottning · e1 vit kung · f1 vit löpare · g1 vit springare · h1 vit torn | a8 svart torn · b8 svart springare · c8 svart löpare · d8 svart drottning · e8 svart kung · f8 svart löpare · h8 svart torn · a7 svart bonde · b7 svart bonde · c7 svart bonde · d7 svart bonde · g7 svart bonde · h7 svart bonde · e6 svart bonde · f6 svart springare · f5 svart bonde · c4 vit bonde · d4 vit bonde · g3 vit bonde · a2 vit bonde · b2 vit bonde · e2 vit bonde · f2 vit bonde · h2 vit bonde · a1 vit torn · b1 vit springare · c1 vit löpare · d1 vit drottning · e1 vit kung · f1 vit löpare · g1 vit springare · h1 vit torn | a8 svart torn · b8 svart springare · c8 svart löpare · d8 svart drottning · e8 svart kung · f8 svart löpare · h8 svart torn · a7 svart bonde · b7 svart bonde · c7 svart bonde · d7 svart bonde · g7 svart bonde · h7 svart bonde · e6 svart bonde · f6 svart springare · f5 svart bonde · c4 vit bonde · d4 vit bonde · g3 vit bonde · a2 vit bonde · b2 vit bonde · e2 vit bonde · f2 vit bonde · h2 vit bonde · a1 vit torn · b1 vit springare · c1 vit löpare · d1 vit drottning · e1 vit kung · f1 vit löpare · g1 vit springare · h1 vit torn | a8 svart torn · b8 svart springare · c8 svart löpare · d8 svart drottning · e8 svart kung · f8 svart löpare · h8 svart torn · a7 svart bonde · b7 svart bonde · c7 svart bonde · d7 svart bonde · g7 svart bonde · h7 svart bonde · e6 svart bonde · f6 svart springare · f5 svart bonde · c4 vit bonde · d4 vit bonde · g3 vit bonde · a2 vit bonde · b2 vit bonde · e2 vit bonde · f2 vit bonde · h2 vit bonde · a1 vit torn · b1 vit springare · c1 vit löpare · d1 vit drottning · e1 vit kung · f1 vit löpare · g1 vit springare · h1 vit torn | a8 svart torn · b8 svart springare · c8 svart löpare · d8 svart drottning · e8 svart kung · f8 svart löpare · h8 svart torn · a7 svart bonde · b7 svart bonde · c7 svart bonde · d7 svart bonde · g7 svart bonde · h7 svart bonde · e6 svart bonde · f6 svart springare · f5 svart bonde · c4 vit bonde · d4 vit bonde · g3 vit bonde · a2 vit bonde · b2 vit bonde · e2 vit bonde · f2 vit bonde · h2 vit bonde · a1 vit torn · b1 vit springare · c1 vit löpare · d1 vit drottning · e1 vit kung · f1 vit löpare · g1 vit springare · h1 vit torn | 2 |
| 1 | a8 svart torn · b8 svart springare · c8 svart löpare · d8 svart drottning · e8 svart kung · f8 svart löpare · h8 svart torn · a7 svart bonde · b7 svart bonde · c7 svart bonde · d7 svart bonde · g7 svart bonde · h7 svart bonde · e6 svart bonde · f6 svart springare · f5 svart bonde · c4 vit bonde · d4 vit bonde · g3 vit bonde · a2 vit bonde · b2 vit bonde · e2 vit bonde · f2 vit bonde · h2 vit bonde · a1 vit torn · b1 vit springare · c1 vit löpare · d1 vit drottning · e1 vit kung · f1 vit löpare · g1 vit springare · h1 vit torn | a8 svart torn · b8 svart springare · c8 svart löpare · d8 svart drottning · e8 svart kung · f8 svart löpare · h8 svart torn · a7 svart bonde · b7 svart bonde · c7 svart bonde · d7 svart bonde · g7 svart bonde · h7 svart bonde · e6 svart bonde · f6 svart springare · f5 svart bonde · c4 vit bonde · d4 vit bonde · g3 vit bonde · a2 vit bonde · b2 vit bonde · e2 vit bonde · f2 vit bonde · h2 vit bonde · a1 vit torn · b1 vit springare · c1 vit löpare · d1 vit drottning · e1 vit kung · f1 vit löpare · g1 vit springare · h1 vit torn | a8 svart torn · b8 svart springare · c8 svart löpare · d8 svart drottning · e8 svart kung · f8 svart löpare · h8 svart torn · a7 svart bonde · b7 svart bonde · c7 svart bonde · d7 svart bonde · g7 svart bonde · h7 svart bonde · e6 svart bonde · f6 svart springare · f5 svart bonde · c4 vit bonde · d4 vit bonde · g3 vit bonde · a2 vit bonde · b2 vit bonde · e2 vit bonde · f2 vit bonde · h2 vit bonde · a1 vit torn · b1 vit springare · c1 vit löpare · d1 vit drottning · e1 vit kung · f1 vit löpare · g1 vit springare · h1 vit torn | a8 svart torn · b8 svart springare · c8 svart löpare · d8 svart drottning · e8 svart kung · f8 svart löpare · h8 svart torn · a7 svart bonde · b7 svart bonde · c7 svart bonde · d7 svart bonde · g7 svart bonde · h7 svart bonde · e6 svart bonde · f6 svart springare · f5 svart bonde · c4 vit bonde · d4 vit bonde · g3 vit bonde · a2 vit bonde · b2 vit bonde · e2 vit bonde · f2 vit bonde · h2 vit bonde · a1 vit torn · b1 vit springare · c1 vit löpare · d1 vit drottning · e1 vit kung · f1 vit löpare · g1 vit springare · h1 vit torn | a8 svart torn · b8 svart springare · c8 svart löpare · d8 svart drottning · e8 svart kung · f8 svart löpare · h8 svart torn · a7 svart bonde · b7 svart bonde · c7 svart bonde · d7 svart bonde · g7 svart bonde · h7 svart bonde · e6 svart bonde · f6 svart springare · f5 svart bonde · c4 vit bonde · d4 vit bonde · g3 vit bonde · a2 vit bonde · b2 vit bonde · e2 vit bonde · f2 vit bonde · h2 vit bonde · a1 vit torn · b1 vit springare · c1 vit löpare · d1 vit drottning · e1 vit kung · f1 vit löpare · g1 vit springare · h1 vit torn | a8 svart torn · b8 svart springare · c8 svart löpare · d8 svart drottning · e8 svart kung · f8 svart löpare · h8 svart torn · a7 svart bonde · b7 svart bonde · c7 svart bonde · d7 svart bonde · g7 svart bonde · h7 svart bonde · e6 svart bonde · f6 svart springare · f5 svart bonde · c4 vit bonde · d4 vit bonde · g3 vit bonde · a2 vit bonde · b2 vit bonde · e2 vit bonde · f2 vit bonde · h2 vit bonde · a1 vit torn · b1 vit springare · c1 vit löpare · d1 vit drottning · e1 vit kung · f1 vit löpare · g1 vit springare · h1 vit torn | a8 svart torn · b8 svart springare · c8 svart löpare · d8 svart drottning · e8 svart kung · f8 svart löpare · h8 svart torn · a7 svart bonde · b7 svart bonde · c7 svart bonde · d7 svart bonde · g7 svart bonde · h7 svart bonde · e6 svart bonde · f6 svart springare · f5 svart bonde · c4 vit bonde · d4 vit bonde · g3 vit bonde · a2 vit bonde · b2 vit bonde · e2 vit bonde · f2 vit bonde · h2 vit bonde · a1 vit torn · b1 vit springare · c1 vit löpare · d1 vit drottning · e1 vit kung · f1 vit löpare · g1 vit springare · h1 vit torn | a8 svart torn · b8 svart springare · c8 svart löpare · d8 svart drottning · e8 svart kung · f8 svart löpare · h8 svart torn · a7 svart bonde · b7 svart bonde · c7 svart bonde · d7 svart bonde · g7 svart bonde · h7 svart bonde · e6 svart bonde · f6 svart springare · f5 svart bonde · c4 vit bonde · d4 vit bonde · g3 vit bonde · a2 vit bonde · b2 vit bonde · e2 vit bonde · f2 vit bonde · h2 vit bonde · a1 vit torn · b1 vit springare · c1 vit löpare · d1 vit drottning · e1 vit kung · f1 vit löpare · g1 vit springare · h1 vit torn | 1 |
|   | a | b | c | d | e | f | g | h |   |

A90 Holländskt
1.d4 f5 2.c4 Sf6 3.g3 e6
A91 Holländskt
1.d4 f5 2.c4 Sf6 3.g3 e6 4.Lg2 Le7
A92 Holländskt
1.d4 f5 2.c4 Sf6 3.g3 e6 4.Lg2 Le7 5.Sf3 0-0
A93 Holländskt, Stonewallvarianten, Botvinnikvarianten
1.d4 f5 2.c4 Sf6 3.g3 e6 4.Lg2 Le7 5.Sf3 0-0 6.0-0 d5 7.b3
A94 Holländskt, Stonewall med La3
1.d4 f5 2.c4 Sf6 3.g3 e6 4.Lg2 Le7 5.Sf3 0-0 6.0-0 d5 7.b3 c6 8.La3
A95 Holländskt, Stonewall
1.d4 f5 2.c4 Sf6 3.g3 e6 4.Lg2 Le7 5.Sf3 0-0 6.0-0 d5 7.Sc3 c6
A96 Holländskt, klassiska varianten
1.d4 f5 2.c4 Sf6 3.g3 e6 4.Lg2 Le7 5.Sf3 0-0 6.0-0 d6
A97 Holländskt, Iljin-Genevskij-varianten
1.d4 f5 2.c4 Sf6 3.g3 e6 4.Lg2 Le7 5.Sf3 0-0 6.0-0 d6 7.Sc3 De8
A98 Holländskt, Iljin-Genevskij med Dc2
1.d4 f5 2.c4 Sf6 3.g3 e6 4.Lg2 Le7 5.Sf3 0-0 6.0-0 d6 7.Sc3 De8 8.Dc2
A99 Holländskt, Iljin-Genevskij med b3
1.d4 f5 2.c4 Sf6 3.g3 e6 4.Lg2 Le7 5.Sf3 0-0 6.0-0 d6 7.Sc3 De8 8.b3

## B:Halvöppna spelförutom franskt parti

### B00-B09: Halvöppna spel
|   | a | b | c | d | e | f | g | h |   |
| 8 | a8 svart torn · b8 svart springare · c8 svart löpare · d8 svart drottning · e8 svart kung · f8 svart löpare · g8 svart springare · h8 svart torn · a7 svart bonde · b7 svart bonde · c7 svart bonde · d7 svart bonde · e7 svart bonde · f7 svart bonde · g7 svart bonde · h7 svart bonde · e4 vit bonde · a2 vit bonde · b2 vit bonde · c2 vit bonde · d2 vit bonde · f2 vit bonde · g2 vit bonde · h2 vit bonde · a1 vit torn · b1 vit springare · c1 vit löpare · d1 vit drottning · e1 vit kung · f1 vit löpare · g1 vit springare · h1 vit torn | a8 svart torn · b8 svart springare · c8 svart löpare · d8 svart drottning · e8 svart kung · f8 svart löpare · g8 svart springare · h8 svart torn · a7 svart bonde · b7 svart bonde · c7 svart bonde · d7 svart bonde · e7 svart bonde · f7 svart bonde · g7 svart bonde · h7 svart bonde · e4 vit bonde · a2 vit bonde · b2 vit bonde · c2 vit bonde · d2 vit bonde · f2 vit bonde · g2 vit bonde · h2 vit bonde · a1 vit torn · b1 vit springare · c1 vit löpare · d1 vit drottning · e1 vit kung · f1 vit löpare · g1 vit springare · h1 vit torn | a8 svart torn · b8 svart springare · c8 svart löpare · d8 svart drottning · e8 svart kung · f8 svart löpare · g8 svart springare · h8 svart torn · a7 svart bonde · b7 svart bonde · c7 svart bonde · d7 svart bonde · e7 svart bonde · f7 svart bonde · g7 svart bonde · h7 svart bonde · e4 vit bonde · a2 vit bonde · b2 vit bonde · c2 vit bonde · d2 vit bonde · f2 vit bonde · g2 vit bonde · h2 vit bonde · a1 vit torn · b1 vit springare · c1 vit löpare · d1 vit drottning · e1 vit kung · f1 vit löpare · g1 vit springare · h1 vit torn | a8 svart torn · b8 svart springare · c8 svart löpare · d8 svart drottning · e8 svart kung · f8 svart löpare · g8 svart springare · h8 svart torn · a7 svart bonde · b7 svart bonde · c7 svart bonde · d7 svart bonde · e7 svart bonde · f7 svart bonde · g7 svart bonde · h7 svart bonde · e4 vit bonde · a2 vit bonde · b2 vit bonde · c2 vit bonde · d2 vit bonde · f2 vit bonde · g2 vit bonde · h2 vit bonde · a1 vit torn · b1 vit springare · c1 vit löpare · d1 vit drottning · e1 vit kung · f1 vit löpare · g1 vit springare · h1 vit torn | a8 svart torn · b8 svart springare · c8 svart löpare · d8 svart drottning · e8 svart kung · f8 svart löpare · g8 svart springare · h8 svart torn · a7 svart bonde · b7 svart bonde · c7 svart bonde · d7 svart bonde · e7 svart bonde · f7 svart bonde · g7 svart bonde · h7 svart bonde · e4 vit bonde · a2 vit bonde · b2 vit bonde · c2 vit bonde · d2 vit bonde · f2 vit bonde · g2 vit bonde · h2 vit bonde · a1 vit torn · b1 vit springare · c1 vit löpare · d1 vit drottning · e1 vit kung · f1 vit löpare · g1 vit springare · h1 vit torn | a8 svart torn · b8 svart springare · c8 svart löpare · d8 svart drottning · e8 svart kung · f8 svart löpare · g8 svart springare · h8 svart torn · a7 svart bonde · b7 svart bonde · c7 svart bonde · d7 svart bonde · e7 svart bonde · f7 svart bonde · g7 svart bonde · h7 svart bonde · e4 vit bonde · a2 vit bonde · b2 vit bonde · c2 vit bonde · d2 vit bonde · f2 vit bonde · g2 vit bonde · h2 vit bonde · a1 vit torn · b1 vit springare · c1 vit löpare · d1 vit drottning · e1 vit kung · f1 vit löpare · g1 vit springare · h1 vit torn | a8 svart torn · b8 svart springare · c8 svart löpare · d8 svart drottning · e8 svart kung · f8 svart löpare · g8 svart springare · h8 svart torn · a7 svart bonde · b7 svart bonde · c7 svart bonde · d7 svart bonde · e7 svart bonde · f7 svart bonde · g7 svart bonde · h7 svart bonde · e4 vit bonde · a2 vit bonde · b2 vit bonde · c2 vit bonde · d2 vit bonde · f2 vit bonde · g2 vit bonde · h2 vit bonde · a1 vit torn · b1 vit springare · c1 vit löpare · d1 vit drottning · e1 vit kung · f1 vit löpare · g1 vit springare · h1 vit torn | a8 svart torn · b8 svart springare · c8 svart löpare · d8 svart drottning · e8 svart kung · f8 svart löpare · g8 svart springare · h8 svart torn · a7 svart bonde · b7 svart bonde · c7 svart bonde · d7 svart bonde · e7 svart bonde · f7 svart bonde · g7 svart bonde · h7 svart bonde · e4 vit bonde · a2 vit bonde · b2 vit bonde · c2 vit bonde · d2 vit bonde · f2 vit bonde · g2 vit bonde · h2 vit bonde · a1 vit torn · b1 vit springare · c1 vit löpare · d1 vit drottning · e1 vit kung · f1 vit löpare · g1 vit springare · h1 vit torn | 8 |
| 7 | a8 svart torn · b8 svart springare · c8 svart löpare · d8 svart drottning · e8 svart kung · f8 svart löpare · g8 svart springare · h8 svart torn · a7 svart bonde · b7 svart bonde · c7 svart bonde · d7 svart bonde · e7 svart bonde · f7 svart bonde · g7 svart bonde · h7 svart bonde · e4 vit bonde · a2 vit bonde · b2 vit bonde · c2 vit bonde · d2 vit bonde · f2 vit bonde · g2 vit bonde · h2 vit bonde · a1 vit torn · b1 vit springare · c1 vit löpare · d1 vit drottning · e1 vit kung · f1 vit löpare · g1 vit springare · h1 vit torn | a8 svart torn · b8 svart springare · c8 svart löpare · d8 svart drottning · e8 svart kung · f8 svart löpare · g8 svart springare · h8 svart torn · a7 svart bonde · b7 svart bonde · c7 svart bonde · d7 svart bonde · e7 svart bonde · f7 svart bonde · g7 svart bonde · h7 svart bonde · e4 vit bonde · a2 vit bonde · b2 vit bonde · c2 vit bonde · d2 vit bonde · f2 vit bonde · g2 vit bonde · h2 vit bonde · a1 vit torn · b1 vit springare · c1 vit löpare · d1 vit drottning · e1 vit kung · f1 vit löpare · g1 vit springare · h1 vit torn | a8 svart torn · b8 svart springare · c8 svart löpare · d8 svart drottning · e8 svart kung · f8 svart löpare · g8 svart springare · h8 svart torn · a7 svart bonde · b7 svart bonde · c7 svart bonde · d7 svart bonde · e7 svart bonde · f7 svart bonde · g7 svart bonde · h7 svart bonde · e4 vit bonde · a2 vit bonde · b2 vit bonde · c2 vit bonde · d2 vit bonde · f2 vit bonde · g2 vit bonde · h2 vit bonde · a1 vit torn · b1 vit springare · c1 vit löpare · d1 vit drottning · e1 vit kung · f1 vit löpare · g1 vit springare · h1 vit torn | a8 svart torn · b8 svart springare · c8 svart löpare · d8 svart drottning · e8 svart kung · f8 svart löpare · g8 svart springare · h8 svart torn · a7 svart bonde · b7 svart bonde · c7 svart bonde · d7 svart bonde · e7 svart bonde · f7 svart bonde · g7 svart bonde · h7 svart bonde · e4 vit bonde · a2 vit bonde · b2 vit bonde · c2 vit bonde · d2 vit bonde · f2 vit bonde · g2 vit bonde · h2 vit bonde · a1 vit torn · b1 vit springare · c1 vit löpare · d1 vit drottning · e1 vit kung · f1 vit löpare · g1 vit springare · h1 vit torn | a8 svart torn · b8 svart springare · c8 svart löpare · d8 svart drottning · e8 svart kung · f8 svart löpare · g8 svart springare · h8 svart torn · a7 svart bonde · b7 svart bonde · c7 svart bonde · d7 svart bonde · e7 svart bonde · f7 svart bonde · g7 svart bonde · h7 svart bonde · e4 vit bonde · a2 vit bonde · b2 vit bonde · c2 vit bonde · d2 vit bonde · f2 vit bonde · g2 vit bonde · h2 vit bonde · a1 vit torn · b1 vit springare · c1 vit löpare · d1 vit drottning · e1 vit kung · f1 vit löpare · g1 vit springare · h1 vit torn | a8 svart torn · b8 svart springare · c8 svart löpare · d8 svart drottning · e8 svart kung · f8 svart löpare · g8 svart springare · h8 svart torn · a7 svart bonde · b7 svart bonde · c7 svart bonde · d7 svart bonde · e7 svart bonde · f7 svart bonde · g7 svart bonde · h7 svart bonde · e4 vit bonde · a2 vit bonde · b2 vit bonde · c2 vit bonde · d2 vit bonde · f2 vit bonde · g2 vit bonde · h2 vit bonde · a1 vit torn · b1 vit springare · c1 vit löpare · d1 vit drottning · e1 vit kung · f1 vit löpare · g1 vit springare · h1 vit torn | a8 svart torn · b8 svart springare · c8 svart löpare · d8 svart drottning · e8 svart kung · f8 svart löpare · g8 svart springare · h8 svart torn · a7 svart bonde · b7 svart bonde · c7 svart bonde · d7 svart bonde · e7 svart bonde · f7 svart bonde · g7 svart bonde · h7 svart bonde · e4 vit bonde · a2 vit bonde · b2 vit bonde · c2 vit bonde · d2 vit bonde · f2 vit bonde · g2 vit bonde · h2 vit bonde · a1 vit torn · b1 vit springare · c1 vit löpare · d1 vit drottning · e1 vit kung · f1 vit löpare · g1 vit springare · h1 vit torn | a8 svart torn · b8 svart springare · c8 svart löpare · d8 svart drottning · e8 svart kung · f8 svart löpare · g8 svart springare · h8 svart torn · a7 svart bonde · b7 svart bonde · c7 svart bonde · d7 svart bonde · e7 svart bonde · f7 svart bonde · g7 svart bonde · h7 svart bonde · e4 vit bonde · a2 vit bonde · b2 vit bonde · c2 vit bonde · d2 vit bonde · f2 vit bonde · g2 vit bonde · h2 vit bonde · a1 vit torn · b1 vit springare · c1 vit löpare · d1 vit drottning · e1 vit kung · f1 vit löpare · g1 vit springare · h1 vit torn | 7 |
| 6 | a8 svart torn · b8 svart springare · c8 svart löpare · d8 svart drottning · e8 svart kung · f8 svart löpare · g8 svart springare · h8 svart torn · a7 svart bonde · b7 svart bonde · c7 svart bonde · d7 svart bonde · e7 svart bonde · f7 svart bonde · g7 svart bonde · h7 svart bonde · e4 vit bonde · a2 vit bonde · b2 vit bonde · c2 vit bonde · d2 vit bonde · f2 vit bonde · g2 vit bonde · h2 vit bonde · a1 vit torn · b1 vit springare · c1 vit löpare · d1 vit drottning · e1 vit kung · f1 vit löpare · g1 vit springare · h1 vit torn | a8 svart torn · b8 svart springare · c8 svart löpare · d8 svart drottning · e8 svart kung · f8 svart löpare · g8 svart springare · h8 svart torn · a7 svart bonde · b7 svart bonde · c7 svart bonde · d7 svart bonde · e7 svart bonde · f7 svart bonde · g7 svart bonde · h7 svart bonde · e4 vit bonde · a2 vit bonde · b2 vit bonde · c2 vit bonde · d2 vit bonde · f2 vit bonde · g2 vit bonde · h2 vit bonde · a1 vit torn · b1 vit springare · c1 vit löpare · d1 vit drottning · e1 vit kung · f1 vit löpare · g1 vit springare · h1 vit torn | a8 svart torn · b8 svart springare · c8 svart löpare · d8 svart drottning · e8 svart kung · f8 svart löpare · g8 svart springare · h8 svart torn · a7 svart bonde · b7 svart bonde · c7 svart bonde · d7 svart bonde · e7 svart bonde · f7 svart bonde · g7 svart bonde · h7 svart bonde · e4 vit bonde · a2 vit bonde · b2 vit bonde · c2 vit bonde · d2 vit bonde · f2 vit bonde · g2 vit bonde · h2 vit bonde · a1 vit torn · b1 vit springare · c1 vit löpare · d1 vit drottning · e1 vit kung · f1 vit löpare · g1 vit springare · h1 vit torn | a8 svart torn · b8 svart springare · c8 svart löpare · d8 svart drottning · e8 svart kung · f8 svart löpare · g8 svart springare · h8 svart torn · a7 svart bonde · b7 svart bonde · c7 svart bonde · d7 svart bonde · e7 svart bonde · f7 svart bonde · g7 svart bonde · h7 svart bonde · e4 vit bonde · a2 vit bonde · b2 vit bonde · c2 vit bonde · d2 vit bonde · f2 vit bonde · g2 vit bonde · h2 vit bonde · a1 vit torn · b1 vit springare · c1 vit löpare · d1 vit drottning · e1 vit kung · f1 vit löpare · g1 vit springare · h1 vit torn | a8 svart torn · b8 svart springare · c8 svart löpare · d8 svart drottning · e8 svart kung · f8 svart löpare · g8 svart springare · h8 svart torn · a7 svart bonde · b7 svart bonde · c7 svart bonde · d7 svart bonde · e7 svart bonde · f7 svart bonde · g7 svart bonde · h7 svart bonde · e4 vit bonde · a2 vit bonde · b2 vit bonde · c2 vit bonde · d2 vit bonde · f2 vit bonde · g2 vit bonde · h2 vit bonde · a1 vit torn · b1 vit springare · c1 vit löpare · d1 vit drottning · e1 vit kung · f1 vit löpare · g1 vit springare · h1 vit torn | a8 svart torn · b8 svart springare · c8 svart löpare · d8 svart drottning · e8 svart kung · f8 svart löpare · g8 svart springare · h8 svart torn · a7 svart bonde · b7 svart bonde · c7 svart bonde · d7 svart bonde · e7 svart bonde · f7 svart bonde · g7 svart bonde · h7 svart bonde · e4 vit bonde · a2 vit bonde · b2 vit bonde · c2 vit bonde · d2 vit bonde · f2 vit bonde · g2 vit bonde · h2 vit bonde · a1 vit torn · b1 vit springare · c1 vit löpare · d1 vit drottning · e1 vit kung · f1 vit löpare · g1 vit springare · h1 vit torn | a8 svart torn · b8 svart springare · c8 svart löpare · d8 svart drottning · e8 svart kung · f8 svart löpare · g8 svart springare · h8 svart torn · a7 svart bonde · b7 svart bonde · c7 svart bonde · d7 svart bonde · e7 svart bonde · f7 svart bonde · g7 svart bonde · h7 svart bonde · e4 vit bonde · a2 vit bonde · b2 vit bonde · c2 vit bonde · d2 vit bonde · f2 vit bonde · g2 vit bonde · h2 vit bonde · a1 vit torn · b1 vit springare · c1 vit löpare · d1 vit drottning · e1 vit kung · f1 vit löpare · g1 vit springare · h1 vit torn | a8 svart torn · b8 svart springare · c8 svart löpare · d8 svart drottning · e8 svart kung · f8 svart löpare · g8 svart springare · h8 svart torn · a7 svart bonde · b7 svart bonde · c7 svart bonde · d7 svart bonde · e7 svart bonde · f7 svart bonde · g7 svart bonde · h7 svart bonde · e4 vit bonde · a2 vit bonde · b2 vit bonde · c2 vit bonde · d2 vit bonde · f2 vit bonde · g2 vit bonde · h2 vit bonde · a1 vit torn · b1 vit springare · c1 vit löpare · d1 vit drottning · e1 vit kung · f1 vit löpare · g1 vit springare · h1 vit torn | 6 |
| 5 | a8 svart torn · b8 svart springare · c8 svart löpare · d8 svart drottning · e8 svart kung · f8 svart löpare · g8 svart springare · h8 svart torn · a7 svart bonde · b7 svart bonde · c7 svart bonde · d7 svart bonde · e7 svart bonde · f7 svart bonde · g7 svart bonde · h7 svart bonde · e4 vit bonde · a2 vit bonde · b2 vit bonde · c2 vit bonde · d2 vit bonde · f2 vit bonde · g2 vit bonde · h2 vit bonde · a1 vit torn · b1 vit springare · c1 vit löpare · d1 vit drottning · e1 vit kung · f1 vit löpare · g1 vit springare · h1 vit torn | a8 svart torn · b8 svart springare · c8 svart löpare · d8 svart drottning · e8 svart kung · f8 svart löpare · g8 svart springare · h8 svart torn · a7 svart bonde · b7 svart bonde · c7 svart bonde · d7 svart bonde · e7 svart bonde · f7 svart bonde · g7 svart bonde · h7 svart bonde · e4 vit bonde · a2 vit bonde · b2 vit bonde · c2 vit bonde · d2 vit bonde · f2 vit bonde · g2 vit bonde · h2 vit bonde · a1 vit torn · b1 vit springare · c1 vit löpare · d1 vit drottning · e1 vit kung · f1 vit löpare · g1 vit springare · h1 vit torn | a8 svart torn · b8 svart springare · c8 svart löpare · d8 svart drottning · e8 svart kung · f8 svart löpare · g8 svart springare · h8 svart torn · a7 svart bonde · b7 svart bonde · c7 svart bonde · d7 svart bonde · e7 svart bonde · f7 svart bonde · g7 svart bonde · h7 svart bonde · e4 vit bonde · a2 vit bonde · b2 vit bonde · c2 vit bonde · d2 vit bonde · f2 vit bonde · g2 vit bonde · h2 vit bonde · a1 vit torn · b1 vit springare · c1 vit löpare · d1 vit drottning · e1 vit kung · f1 vit löpare · g1 vit springare · h1 vit torn | a8 svart torn · b8 svart springare · c8 svart löpare · d8 svart drottning · e8 svart kung · f8 svart löpare · g8 svart springare · h8 svart torn · a7 svart bonde · b7 svart bonde · c7 svart bonde · d7 svart bonde · e7 svart bonde · f7 svart bonde · g7 svart bonde · h7 svart bonde · e4 vit bonde · a2 vit bonde · b2 vit bonde · c2 vit bonde · d2 vit bonde · f2 vit bonde · g2 vit bonde · h2 vit bonde · a1 vit torn · b1 vit springare · c1 vit löpare · d1 vit drottning · e1 vit kung · f1 vit löpare · g1 vit springare · h1 vit torn | a8 svart torn · b8 svart springare · c8 svart löpare · d8 svart drottning · e8 svart kung · f8 svart löpare · g8 svart springare · h8 svart torn · a7 svart bonde · b7 svart bonde · c7 svart bonde · d7 svart bonde · e7 svart bonde · f7 svart bonde · g7 svart bonde · h7 svart bonde · e4 vit bonde · a2 vit bonde · b2 vit bonde · c2 vit bonde · d2 vit bonde · f2 vit bonde · g2 vit bonde · h2 vit bonde · a1 vit torn · b1 vit springare · c1 vit löpare · d1 vit drottning · e1 vit kung · f1 vit löpare · g1 vit springare · h1 vit torn | a8 svart torn · b8 svart springare · c8 svart löpare · d8 svart drottning · e8 svart kung · f8 svart löpare · g8 svart springare · h8 svart torn · a7 svart bonde · b7 svart bonde · c7 svart bonde · d7 svart bonde · e7 svart bonde · f7 svart bonde · g7 svart bonde · h7 svart bonde · e4 vit bonde · a2 vit bonde · b2 vit bonde · c2 vit bonde · d2 vit bonde · f2 vit bonde · g2 vit bonde · h2 vit bonde · a1 vit torn · b1 vit springare · c1 vit löpare · d1 vit drottning · e1 vit kung · f1 vit löpare · g1 vit springare · h1 vit torn | a8 svart torn · b8 svart springare · c8 svart löpare · d8 svart drottning · e8 svart kung · f8 svart löpare · g8 svart springare · h8 svart torn · a7 svart bonde · b7 svart bonde · c7 svart bonde · d7 svart bonde · e7 svart bonde · f7 svart bonde · g7 svart bonde · h7 svart bonde · e4 vit bonde · a2 vit bonde · b2 vit bonde · c2 vit bonde · d2 vit bonde · f2 vit bonde · g2 vit bonde · h2 vit bonde · a1 vit torn · b1 vit springare · c1 vit löpare · d1 vit drottning · e1 vit kung · f1 vit löpare · g1 vit springare · h1 vit torn | a8 svart torn · b8 svart springare · c8 svart löpare · d8 svart drottning · e8 svart kung · f8 svart löpare · g8 svart springare · h8 svart torn · a7 svart bonde · b7 svart bonde · c7 svart bonde · d7 svart bonde · e7 svart bonde · f7 svart bonde · g7 svart bonde · h7 svart bonde · e4 vit bonde · a2 vit bonde · b2 vit bonde · c2 vit bonde · d2 vit bonde · f2 vit bonde · g2 vit bonde · h2 vit bonde · a1 vit torn · b1 vit springare · c1 vit löpare · d1 vit drottning · e1 vit kung · f1 vit löpare · g1 vit springare · h1 vit torn | 5 |
| 4 | a8 svart torn · b8 svart springare · c8 svart löpare · d8 svart drottning · e8 svart kung · f8 svart löpare · g8 svart springare · h8 svart torn · a7 svart bonde · b7 svart bonde · c7 svart bonde · d7 svart bonde · e7 svart bonde · f7 svart bonde · g7 svart bonde · h7 svart bonde · e4 vit bonde · a2 vit bonde · b2 vit bonde · c2 vit bonde · d2 vit bonde · f2 vit bonde · g2 vit bonde · h2 vit bonde · a1 vit torn · b1 vit springare · c1 vit löpare · d1 vit drottning · e1 vit kung · f1 vit löpare · g1 vit springare · h1 vit torn | a8 svart torn · b8 svart springare · c8 svart löpare · d8 svart drottning · e8 svart kung · f8 svart löpare · g8 svart springare · h8 svart torn · a7 svart bonde · b7 svart bonde · c7 svart bonde · d7 svart bonde · e7 svart bonde · f7 svart bonde · g7 svart bonde · h7 svart bonde · e4 vit bonde · a2 vit bonde · b2 vit bonde · c2 vit bonde · d2 vit bonde · f2 vit bonde · g2 vit bonde · h2 vit bonde · a1 vit torn · b1 vit springare · c1 vit löpare · d1 vit drottning · e1 vit kung · f1 vit löpare · g1 vit springare · h1 vit torn | a8 svart torn · b8 svart springare · c8 svart löpare · d8 svart drottning · e8 svart kung · f8 svart löpare · g8 svart springare · h8 svart torn · a7 svart bonde · b7 svart bonde · c7 svart bonde · d7 svart bonde · e7 svart bonde · f7 svart bonde · g7 svart bonde · h7 svart bonde · e4 vit bonde · a2 vit bonde · b2 vit bonde · c2 vit bonde · d2 vit bonde · f2 vit bonde · g2 vit bonde · h2 vit bonde · a1 vit torn · b1 vit springare · c1 vit löpare · d1 vit drottning · e1 vit kung · f1 vit löpare · g1 vit springare · h1 vit torn | a8 svart torn · b8 svart springare · c8 svart löpare · d8 svart drottning · e8 svart kung · f8 svart löpare · g8 svart springare · h8 svart torn · a7 svart bonde · b7 svart bonde · c7 svart bonde · d7 svart bonde · e7 svart bonde · f7 svart bonde · g7 svart bonde · h7 svart bonde · e4 vit bonde · a2 vit bonde · b2 vit bonde · c2 vit bonde · d2 vit bonde · f2 vit bonde · g2 vit bonde · h2 vit bonde · a1 vit torn · b1 vit springare · c1 vit löpare · d1 vit drottning · e1 vit kung · f1 vit löpare · g1 vit springare · h1 vit torn | a8 svart torn · b8 svart springare · c8 svart löpare · d8 svart drottning · e8 svart kung · f8 svart löpare · g8 svart springare · h8 svart torn · a7 svart bonde · b7 svart bonde · c7 svart bonde · d7 svart bonde · e7 svart bonde · f7 svart bonde · g7 svart bonde · h7 svart bonde · e4 vit bonde · a2 vit bonde · b2 vit bonde · c2 vit bonde · d2 vit bonde · f2 vit bonde · g2 vit bonde · h2 vit bonde · a1 vit torn · b1 vit springare · c1 vit löpare · d1 vit drottning · e1 vit kung · f1 vit löpare · g1 vit springare · h1 vit torn | a8 svart torn · b8 svart springare · c8 svart löpare · d8 svart drottning · e8 svart kung · f8 svart löpare · g8 svart springare · h8 svart torn · a7 svart bonde · b7 svart bonde · c7 svart bonde · d7 svart bonde · e7 svart bonde · f7 svart bonde · g7 svart bonde · h7 svart bonde · e4 vit bonde · a2 vit bonde · b2 vit bonde · c2 vit bonde · d2 vit bonde · f2 vit bonde · g2 vit bonde · h2 vit bonde · a1 vit torn · b1 vit springare · c1 vit löpare · d1 vit drottning · e1 vit kung · f1 vit löpare · g1 vit springare · h1 vit torn | a8 svart torn · b8 svart springare · c8 svart löpare · d8 svart drottning · e8 svart kung · f8 svart löpare · g8 svart springare · h8 svart torn · a7 svart bonde · b7 svart bonde · c7 svart bonde · d7 svart bonde · e7 svart bonde · f7 svart bonde · g7 svart bonde · h7 svart bonde · e4 vit bonde · a2 vit bonde · b2 vit bonde · c2 vit bonde · d2 vit bonde · f2 vit bonde · g2 vit bonde · h2 vit bonde · a1 vit torn · b1 vit springare · c1 vit löpare · d1 vit drottning · e1 vit kung · f1 vit löpare · g1 vit springare · h1 vit torn | a8 svart torn · b8 svart springare · c8 svart löpare · d8 svart drottning · e8 svart kung · f8 svart löpare · g8 svart springare · h8 svart torn · a7 svart bonde · b7 svart bonde · c7 svart bonde · d7 svart bonde · e7 svart bonde · f7 svart bonde · g7 svart bonde · h7 svart bonde · e4 vit bonde · a2 vit bonde · b2 vit bonde · c2 vit bonde · d2 vit bonde · f2 vit bonde · g2 vit bonde · h2 vit bonde · a1 vit torn · b1 vit springare · c1 vit löpare · d1 vit drottning · e1 vit kung · f1 vit löpare · g1 vit springare · h1 vit torn | 4 |
| 3 | a8 svart torn · b8 svart springare · c8 svart löpare · d8 svart drottning · e8 svart kung · f8 svart löpare · g8 svart springare · h8 svart torn · a7 svart bonde · b7 svart bonde · c7 svart bonde · d7 svart bonde · e7 svart bonde · f7 svart bonde · g7 svart bonde · h7 svart bonde · e4 vit bonde · a2 vit bonde · b2 vit bonde · c2 vit bonde · d2 vit bonde · f2 vit bonde · g2 vit bonde · h2 vit bonde · a1 vit torn · b1 vit springare · c1 vit löpare · d1 vit drottning · e1 vit kung · f1 vit löpare · g1 vit springare · h1 vit torn | a8 svart torn · b8 svart springare · c8 svart löpare · d8 svart drottning · e8 svart kung · f8 svart löpare · g8 svart springare · h8 svart torn · a7 svart bonde · b7 svart bonde · c7 svart bonde · d7 svart bonde · e7 svart bonde · f7 svart bonde · g7 svart bonde · h7 svart bonde · e4 vit bonde · a2 vit bonde · b2 vit bonde · c2 vit bonde · d2 vit bonde · f2 vit bonde · g2 vit bonde · h2 vit bonde · a1 vit torn · b1 vit springare · c1 vit löpare · d1 vit drottning · e1 vit kung · f1 vit löpare · g1 vit springare · h1 vit torn | a8 svart torn · b8 svart springare · c8 svart löpare · d8 svart drottning · e8 svart kung · f8 svart löpare · g8 svart springare · h8 svart torn · a7 svart bonde · b7 svart bonde · c7 svart bonde · d7 svart bonde · e7 svart bonde · f7 svart bonde · g7 svart bonde · h7 svart bonde · e4 vit bonde · a2 vit bonde · b2 vit bonde · c2 vit bonde · d2 vit bonde · f2 vit bonde · g2 vit bonde · h2 vit bonde · a1 vit torn · b1 vit springare · c1 vit löpare · d1 vit drottning · e1 vit kung · f1 vit löpare · g1 vit springare · h1 vit torn | a8 svart torn · b8 svart springare · c8 svart löpare · d8 svart drottning · e8 svart kung · f8 svart löpare · g8 svart springare · h8 svart torn · a7 svart bonde · b7 svart bonde · c7 svart bonde · d7 svart bonde · e7 svart bonde · f7 svart bonde · g7 svart bonde · h7 svart bonde · e4 vit bonde · a2 vit bonde · b2 vit bonde · c2 vit bonde · d2 vit bonde · f2 vit bonde · g2 vit bonde · h2 vit bonde · a1 vit torn · b1 vit springare · c1 vit löpare · d1 vit drottning · e1 vit kung · f1 vit löpare · g1 vit springare · h1 vit torn | a8 svart torn · b8 svart springare · c8 svart löpare · d8 svart drottning · e8 svart kung · f8 svart löpare · g8 svart springare · h8 svart torn · a7 svart bonde · b7 svart bonde · c7 svart bonde · d7 svart bonde · e7 svart bonde · f7 svart bonde · g7 svart bonde · h7 svart bonde · e4 vit bonde · a2 vit bonde · b2 vit bonde · c2 vit bonde · d2 vit bonde · f2 vit bonde · g2 vit bonde · h2 vit bonde · a1 vit torn · b1 vit springare · c1 vit löpare · d1 vit drottning · e1 vit kung · f1 vit löpare · g1 vit springare · h1 vit torn | a8 svart torn · b8 svart springare · c8 svart löpare · d8 svart drottning · e8 svart kung · f8 svart löpare · g8 svart springare · h8 svart torn · a7 svart bonde · b7 svart bonde · c7 svart bonde · d7 svart bonde · e7 svart bonde · f7 svart bonde · g7 svart bonde · h7 svart bonde · e4 vit bonde · a2 vit bonde · b2 vit bonde · c2 vit bonde · d2 vit bonde · f2 vit bonde · g2 vit bonde · h2 vit bonde · a1 vit torn · b1 vit springare · c1 vit löpare · d1 vit drottning · e1 vit kung · f1 vit löpare · g1 vit springare · h1 vit torn | a8 svart torn · b8 svart springare · c8 svart löpare · d8 svart drottning · e8 svart kung · f8 svart löpare · g8 svart springare · h8 svart torn · a7 svart bonde · b7 svart bonde · c7 svart bonde · d7 svart bonde · e7 svart bonde · f7 svart bonde · g7 svart bonde · h7 svart bonde · e4 vit bonde · a2 vit bonde · b2 vit bonde · c2 vit bonde · d2 vit bonde · f2 vit bonde · g2 vit bonde · h2 vit bonde · a1 vit torn · b1 vit springare · c1 vit löpare · d1 vit drottning · e1 vit kung · f1 vit löpare · g1 vit springare · h1 vit torn | a8 svart torn · b8 svart springare · c8 svart löpare · d8 svart drottning · e8 svart kung · f8 svart löpare · g8 svart springare · h8 svart torn · a7 svart bonde · b7 svart bonde · c7 svart bonde · d7 svart bonde · e7 svart bonde · f7 svart bonde · g7 svart bonde · h7 svart bonde · e4 vit bonde · a2 vit bonde · b2 vit bonde · c2 vit bonde · d2 vit bonde · f2 vit bonde · g2 vit bonde · h2 vit bonde · a1 vit torn · b1 vit springare · c1 vit löpare · d1 vit drottning · e1 vit kung · f1 vit löpare · g1 vit springare · h1 vit torn | 3 |
| 2 | a8 svart torn · b8 svart springare · c8 svart löpare · d8 svart drottning · e8 svart kung · f8 svart löpare · g8 svart springare · h8 svart torn · a7 svart bonde · b7 svart bonde · c7 svart bonde · d7 svart bonde · e7 svart bonde · f7 svart bonde · g7 svart bonde · h7 svart bonde · e4 vit bonde · a2 vit bonde · b2 vit bonde · c2 vit bonde · d2 vit bonde · f2 vit bonde · g2 vit bonde · h2 vit bonde · a1 vit torn · b1 vit springare · c1 vit löpare · d1 vit drottning · e1 vit kung · f1 vit löpare · g1 vit springare · h1 vit torn | a8 svart torn · b8 svart springare · c8 svart löpare · d8 svart drottning · e8 svart kung · f8 svart löpare · g8 svart springare · h8 svart torn · a7 svart bonde · b7 svart bonde · c7 svart bonde · d7 svart bonde · e7 svart bonde · f7 svart bonde · g7 svart bonde · h7 svart bonde · e4 vit bonde · a2 vit bonde · b2 vit bonde · c2 vit bonde · d2 vit bonde · f2 vit bonde · g2 vit bonde · h2 vit bonde · a1 vit torn · b1 vit springare · c1 vit löpare · d1 vit drottning · e1 vit kung · f1 vit löpare · g1 vit springare · h1 vit torn | a8 svart torn · b8 svart springare · c8 svart löpare · d8 svart drottning · e8 svart kung · f8 svart löpare · g8 svart springare · h8 svart torn · a7 svart bonde · b7 svart bonde · c7 svart bonde · d7 svart bonde · e7 svart bonde · f7 svart bonde · g7 svart bonde · h7 svart bonde · e4 vit bonde · a2 vit bonde · b2 vit bonde · c2 vit bonde · d2 vit bonde · f2 vit bonde · g2 vit bonde · h2 vit bonde · a1 vit torn · b1 vit springare · c1 vit löpare · d1 vit drottning · e1 vit kung · f1 vit löpare · g1 vit springare · h1 vit torn | a8 svart torn · b8 svart springare · c8 svart löpare · d8 svart drottning · e8 svart kung · f8 svart löpare · g8 svart springare · h8 svart torn · a7 svart bonde · b7 svart bonde · c7 svart bonde · d7 svart bonde · e7 svart bonde · f7 svart bonde · g7 svart bonde · h7 svart bonde · e4 vit bonde · a2 vit bonde · b2 vit bonde · c2 vit bonde · d2 vit bonde · f2 vit bonde · g2 vit bonde · h2 vit bonde · a1 vit torn · b1 vit springare · c1 vit löpare · d1 vit drottning · e1 vit kung · f1 vit löpare · g1 vit springare · h1 vit torn | a8 svart torn · b8 svart springare · c8 svart löpare · d8 svart drottning · e8 svart kung · f8 svart löpare · g8 svart springare · h8 svart torn · a7 svart bonde · b7 svart bonde · c7 svart bonde · d7 svart bonde · e7 svart bonde · f7 svart bonde · g7 svart bonde · h7 svart bonde · e4 vit bonde · a2 vit bonde · b2 vit bonde · c2 vit bonde · d2 vit bonde · f2 vit bonde · g2 vit bonde · h2 vit bonde · a1 vit torn · b1 vit springare · c1 vit löpare · d1 vit drottning · e1 vit kung · f1 vit löpare · g1 vit springare · h1 vit torn | a8 svart torn · b8 svart springare · c8 svart löpare · d8 svart drottning · e8 svart kung · f8 svart löpare · g8 svart springare · h8 svart torn · a7 svart bonde · b7 svart bonde · c7 svart bonde · d7 svart bonde · e7 svart bonde · f7 svart bonde · g7 svart bonde · h7 svart bonde · e4 vit bonde · a2 vit bonde · b2 vit bonde · c2 vit bonde · d2 vit bonde · f2 vit bonde · g2 vit bonde · h2 vit bonde · a1 vit torn · b1 vit springare · c1 vit löpare · d1 vit drottning · e1 vit kung · f1 vit löpare · g1 vit springare · h1 vit torn | a8 svart torn · b8 svart springare · c8 svart löpare · d8 svart drottning · e8 svart kung · f8 svart löpare · g8 svart springare · h8 svart torn · a7 svart bonde · b7 svart bonde · c7 svart bonde · d7 svart bonde · e7 svart bonde · f7 svart bonde · g7 svart bonde · h7 svart bonde · e4 vit bonde · a2 vit bonde · b2 vit bonde · c2 vit bonde · d2 vit bonde · f2 vit bonde · g2 vit bonde · h2 vit bonde · a1 vit torn · b1 vit springare · c1 vit löpare · d1 vit drottning · e1 vit kung · f1 vit löpare · g1 vit springare · h1 vit torn | a8 svart torn · b8 svart springare · c8 svart löpare · d8 svart drottning · e8 svart kung · f8 svart löpare · g8 svart springare · h8 svart torn · a7 svart bonde · b7 svart bonde · c7 svart bonde · d7 svart bonde · e7 svart bonde · f7 svart bonde · g7 svart bonde · h7 svart bonde · e4 vit bonde · a2 vit bonde · b2 vit bonde · c2 vit bonde · d2 vit bonde · f2 vit bonde · g2 vit bonde · h2 vit bonde · a1 vit torn · b1 vit springare · c1 vit löpare · d1 vit drottning · e1 vit kung · f1 vit löpare · g1 vit springare · h1 vit torn | 2 |
| 1 | a8 svart torn · b8 svart springare · c8 svart löpare · d8 svart drottning · e8 svart kung · f8 svart löpare · g8 svart springare · h8 svart torn · a7 svart bonde · b7 svart bonde · c7 svart bonde · d7 svart bonde · e7 svart bonde · f7 svart bonde · g7 svart bonde · h7 svart bonde · e4 vit bonde · a2 vit bonde · b2 vit bonde · c2 vit bonde · d2 vit bonde · f2 vit bonde · g2 vit bonde · h2 vit bonde · a1 vit torn · b1 vit springare · c1 vit löpare · d1 vit drottning · e1 vit kung · f1 vit löpare · g1 vit springare · h1 vit torn | a8 svart torn · b8 svart springare · c8 svart löpare · d8 svart drottning · e8 svart kung · f8 svart löpare · g8 svart springare · h8 svart torn · a7 svart bonde · b7 svart bonde · c7 svart bonde · d7 svart bonde · e7 svart bonde · f7 svart bonde · g7 svart bonde · h7 svart bonde · e4 vit bonde · a2 vit bonde · b2 vit bonde · c2 vit bonde · d2 vit bonde · f2 vit bonde · g2 vit bonde · h2 vit bonde · a1 vit torn · b1 vit springare · c1 vit löpare · d1 vit drottning · e1 vit kung · f1 vit löpare · g1 vit springare · h1 vit torn | a8 svart torn · b8 svart springare · c8 svart löpare · d8 svart drottning · e8 svart kung · f8 svart löpare · g8 svart springare · h8 svart torn · a7 svart bonde · b7 svart bonde · c7 svart bonde · d7 svart bonde · e7 svart bonde · f7 svart bonde · g7 svart bonde · h7 svart bonde · e4 vit bonde · a2 vit bonde · b2 vit bonde · c2 vit bonde · d2 vit bonde · f2 vit bonde · g2 vit bonde · h2 vit bonde · a1 vit torn · b1 vit springare · c1 vit löpare · d1 vit drottning · e1 vit kung · f1 vit löpare · g1 vit springare · h1 vit torn | a8 svart torn · b8 svart springare · c8 svart löpare · d8 svart drottning · e8 svart kung · f8 svart löpare · g8 svart springare · h8 svart torn · a7 svart bonde · b7 svart bonde · c7 svart bonde · d7 svart bonde · e7 svart bonde · f7 svart bonde · g7 svart bonde · h7 svart bonde · e4 vit bonde · a2 vit bonde · b2 vit bonde · c2 vit bonde · d2 vit bonde · f2 vit bonde · g2 vit bonde · h2 vit bonde · a1 vit torn · b1 vit springare · c1 vit löpare · d1 vit drottning · e1 vit kung · f1 vit löpare · g1 vit springare · h1 vit torn | a8 svart torn · b8 svart springare · c8 svart löpare · d8 svart drottning · e8 svart kung · f8 svart löpare · g8 svart springare · h8 svart torn · a7 svart bonde · b7 svart bonde · c7 svart bonde · d7 svart bonde · e7 svart bonde · f7 svart bonde · g7 svart bonde · h7 svart bonde · e4 vit bonde · a2 vit bonde · b2 vit bonde · c2 vit bonde · d2 vit bonde · f2 vit bonde · g2 vit bonde · h2 vit bonde · a1 vit torn · b1 vit springare · c1 vit löpare · d1 vit drottning · e1 vit kung · f1 vit löpare · g1 vit springare · h1 vit torn | a8 svart torn · b8 svart springare · c8 svart löpare · d8 svart drottning · e8 svart kung · f8 svart löpare · g8 svart springare · h8 svart torn · a7 svart bonde · b7 svart bonde · c7 svart bonde · d7 svart bonde · e7 svart bonde · f7 svart bonde · g7 svart bonde · h7 svart bonde · e4 vit bonde · a2 vit bonde · b2 vit bonde · c2 vit bonde · d2 vit bonde · f2 vit bonde · g2 vit bonde · h2 vit bonde · a1 vit torn · b1 vit springare · c1 vit löpare · d1 vit drottning · e1 vit kung · f1 vit löpare · g1 vit springare · h1 vit torn | a8 svart torn · b8 svart springare · c8 svart löpare · d8 svart drottning · e8 svart kung · f8 svart löpare · g8 svart springare · h8 svart torn · a7 svart bonde · b7 svart bonde · c7 svart bonde · d7 svart bonde · e7 svart bonde · f7 svart bonde · g7 svart bonde · h7 svart bonde · e4 vit bonde · a2 vit bonde · b2 vit bonde · c2 vit bonde · d2 vit bonde · f2 vit bonde · g2 vit bonde · h2 vit bonde · a1 vit torn · b1 vit springare · c1 vit löpare · d1 vit drottning · e1 vit kung · f1 vit löpare · g1 vit springare · h1 vit torn | a8 svart torn · b8 svart springare · c8 svart löpare · d8 svart drottning · e8 svart kung · f8 svart löpare · g8 svart springare · h8 svart torn · a7 svart bonde · b7 svart bonde · c7 svart bonde · d7 svart bonde · e7 svart bonde · f7 svart bonde · g7 svart bonde · h7 svart bonde · e4 vit bonde · a2 vit bonde · b2 vit bonde · c2 vit bonde · d2 vit bonde · f2 vit bonde · g2 vit bonde · h2 vit bonde · a1 vit torn · b1 vit springare · c1 vit löpare · d1 vit drottning · e1 vit kung · f1 vit löpare · g1 vit springare · h1 vit torn | 1 |
|   | a | b | c | d | e | f | g | h |   |

B00 Ovanliga kungsbondeöppning
1.e4
B01 Skandinaviskt parti
1.e4 d5
B02 Aljechins försvar
1.e4 Sf6
B03 Aljechins försvar
1.e4 Sf6 2 e5 Sd5 3 d4
B04 Aljechins försvar, moderna varianten
1.e4 Sf6 2.e5 Sd5 3.d4 d6 4.Sf3
B05 Aljechins försvar, moderna varianten
1.e4 Sf6 2.e5 Sd5 3.d4 d6 4.Sf3 Lg4
B06 Moderna försvaret
1.e4 g6
B07 Jugoslaviskt försvar
1.e4 d6 2.d4 Sf6
B08 Jugoslaviskt, klassiska varianten
1.e4 d6 2.d4 Sf6 3.Sc3 g6 4.Sf3
B09 Jugoslaviskt, österrikiska angreppet
1.e4 d6 2.d4 Sf6 3.Sc3 g6 4.f4

### B10-B19: Caro-Kann
|   | a | b | c | d | e | f | g | h |   |
| 8 | a8 svart torn · b8 svart springare · c8 svart löpare · d8 svart drottning · e8 svart kung · f8 svart löpare · g8 svart springare · h8 svart torn · a7 svart bonde · b7 svart bonde · d7 svart bonde · e7 svart bonde · f7 svart bonde · g7 svart bonde · h7 svart bonde · c6 svart bonde · e4 vit bonde · a2 vit bonde · b2 vit bonde · c2 vit bonde · d2 vit bonde · f2 vit bonde · g2 vit bonde · h2 vit bonde · a1 vit torn · b1 vit springare · c1 vit löpare · d1 vit drottning · e1 vit kung · f1 vit löpare · g1 vit springare · h1 vit torn | a8 svart torn · b8 svart springare · c8 svart löpare · d8 svart drottning · e8 svart kung · f8 svart löpare · g8 svart springare · h8 svart torn · a7 svart bonde · b7 svart bonde · d7 svart bonde · e7 svart bonde · f7 svart bonde · g7 svart bonde · h7 svart bonde · c6 svart bonde · e4 vit bonde · a2 vit bonde · b2 vit bonde · c2 vit bonde · d2 vit bonde · f2 vit bonde · g2 vit bonde · h2 vit bonde · a1 vit torn · b1 vit springare · c1 vit löpare · d1 vit drottning · e1 vit kung · f1 vit löpare · g1 vit springare · h1 vit torn | a8 svart torn · b8 svart springare · c8 svart löpare · d8 svart drottning · e8 svart kung · f8 svart löpare · g8 svart springare · h8 svart torn · a7 svart bonde · b7 svart bonde · d7 svart bonde · e7 svart bonde · f7 svart bonde · g7 svart bonde · h7 svart bonde · c6 svart bonde · e4 vit bonde · a2 vit bonde · b2 vit bonde · c2 vit bonde · d2 vit bonde · f2 vit bonde · g2 vit bonde · h2 vit bonde · a1 vit torn · b1 vit springare · c1 vit löpare · d1 vit drottning · e1 vit kung · f1 vit löpare · g1 vit springare · h1 vit torn | a8 svart torn · b8 svart springare · c8 svart löpare · d8 svart drottning · e8 svart kung · f8 svart löpare · g8 svart springare · h8 svart torn · a7 svart bonde · b7 svart bonde · d7 svart bonde · e7 svart bonde · f7 svart bonde · g7 svart bonde · h7 svart bonde · c6 svart bonde · e4 vit bonde · a2 vit bonde · b2 vit bonde · c2 vit bonde · d2 vit bonde · f2 vit bonde · g2 vit bonde · h2 vit bonde · a1 vit torn · b1 vit springare · c1 vit löpare · d1 vit drottning · e1 vit kung · f1 vit löpare · g1 vit springare · h1 vit torn | a8 svart torn · b8 svart springare · c8 svart löpare · d8 svart drottning · e8 svart kung · f8 svart löpare · g8 svart springare · h8 svart torn · a7 svart bonde · b7 svart bonde · d7 svart bonde · e7 svart bonde · f7 svart bonde · g7 svart bonde · h7 svart bonde · c6 svart bonde · e4 vit bonde · a2 vit bonde · b2 vit bonde · c2 vit bonde · d2 vit bonde · f2 vit bonde · g2 vit bonde · h2 vit bonde · a1 vit torn · b1 vit springare · c1 vit löpare · d1 vit drottning · e1 vit kung · f1 vit löpare · g1 vit springare · h1 vit torn | a8 svart torn · b8 svart springare · c8 svart löpare · d8 svart drottning · e8 svart kung · f8 svart löpare · g8 svart springare · h8 svart torn · a7 svart bonde · b7 svart bonde · d7 svart bonde · e7 svart bonde · f7 svart bonde · g7 svart bonde · h7 svart bonde · c6 svart bonde · e4 vit bonde · a2 vit bonde · b2 vit bonde · c2 vit bonde · d2 vit bonde · f2 vit bonde · g2 vit bonde · h2 vit bonde · a1 vit torn · b1 vit springare · c1 vit löpare · d1 vit drottning · e1 vit kung · f1 vit löpare · g1 vit springare · h1 vit torn | a8 svart torn · b8 svart springare · c8 svart löpare · d8 svart drottning · e8 svart kung · f8 svart löpare · g8 svart springare · h8 svart torn · a7 svart bonde · b7 svart bonde · d7 svart bonde · e7 svart bonde · f7 svart bonde · g7 svart bonde · h7 svart bonde · c6 svart bonde · e4 vit bonde · a2 vit bonde · b2 vit bonde · c2 vit bonde · d2 vit bonde · f2 vit bonde · g2 vit bonde · h2 vit bonde · a1 vit torn · b1 vit springare · c1 vit löpare · d1 vit drottning · e1 vit kung · f1 vit löpare · g1 vit springare · h1 vit torn | a8 svart torn · b8 svart springare · c8 svart löpare · d8 svart drottning · e8 svart kung · f8 svart löpare · g8 svart springare · h8 svart torn · a7 svart bonde · b7 svart bonde · d7 svart bonde · e7 svart bonde · f7 svart bonde · g7 svart bonde · h7 svart bonde · c6 svart bonde · e4 vit bonde · a2 vit bonde · b2 vit bonde · c2 vit bonde · d2 vit bonde · f2 vit bonde · g2 vit bonde · h2 vit bonde · a1 vit torn · b1 vit springare · c1 vit löpare · d1 vit drottning · e1 vit kung · f1 vit löpare · g1 vit springare · h1 vit torn | 8 |
| 7 | a8 svart torn · b8 svart springare · c8 svart löpare · d8 svart drottning · e8 svart kung · f8 svart löpare · g8 svart springare · h8 svart torn · a7 svart bonde · b7 svart bonde · d7 svart bonde · e7 svart bonde · f7 svart bonde · g7 svart bonde · h7 svart bonde · c6 svart bonde · e4 vit bonde · a2 vit bonde · b2 vit bonde · c2 vit bonde · d2 vit bonde · f2 vit bonde · g2 vit bonde · h2 vit bonde · a1 vit torn · b1 vit springare · c1 vit löpare · d1 vit drottning · e1 vit kung · f1 vit löpare · g1 vit springare · h1 vit torn | a8 svart torn · b8 svart springare · c8 svart löpare · d8 svart drottning · e8 svart kung · f8 svart löpare · g8 svart springare · h8 svart torn · a7 svart bonde · b7 svart bonde · d7 svart bonde · e7 svart bonde · f7 svart bonde · g7 svart bonde · h7 svart bonde · c6 svart bonde · e4 vit bonde · a2 vit bonde · b2 vit bonde · c2 vit bonde · d2 vit bonde · f2 vit bonde · g2 vit bonde · h2 vit bonde · a1 vit torn · b1 vit springare · c1 vit löpare · d1 vit drottning · e1 vit kung · f1 vit löpare · g1 vit springare · h1 vit torn | a8 svart torn · b8 svart springare · c8 svart löpare · d8 svart drottning · e8 svart kung · f8 svart löpare · g8 svart springare · h8 svart torn · a7 svart bonde · b7 svart bonde · d7 svart bonde · e7 svart bonde · f7 svart bonde · g7 svart bonde · h7 svart bonde · c6 svart bonde · e4 vit bonde · a2 vit bonde · b2 vit bonde · c2 vit bonde · d2 vit bonde · f2 vit bonde · g2 vit bonde · h2 vit bonde · a1 vit torn · b1 vit springare · c1 vit löpare · d1 vit drottning · e1 vit kung · f1 vit löpare · g1 vit springare · h1 vit torn | a8 svart torn · b8 svart springare · c8 svart löpare · d8 svart drottning · e8 svart kung · f8 svart löpare · g8 svart springare · h8 svart torn · a7 svart bonde · b7 svart bonde · d7 svart bonde · e7 svart bonde · f7 svart bonde · g7 svart bonde · h7 svart bonde · c6 svart bonde · e4 vit bonde · a2 vit bonde · b2 vit bonde · c2 vit bonde · d2 vit bonde · f2 vit bonde · g2 vit bonde · h2 vit bonde · a1 vit torn · b1 vit springare · c1 vit löpare · d1 vit drottning · e1 vit kung · f1 vit löpare · g1 vit springare · h1 vit torn | a8 svart torn · b8 svart springare · c8 svart löpare · d8 svart drottning · e8 svart kung · f8 svart löpare · g8 svart springare · h8 svart torn · a7 svart bonde · b7 svart bonde · d7 svart bonde · e7 svart bonde · f7 svart bonde · g7 svart bonde · h7 svart bonde · c6 svart bonde · e4 vit bonde · a2 vit bonde · b2 vit bonde · c2 vit bonde · d2 vit bonde · f2 vit bonde · g2 vit bonde · h2 vit bonde · a1 vit torn · b1 vit springare · c1 vit löpare · d1 vit drottning · e1 vit kung · f1 vit löpare · g1 vit springare · h1 vit torn | a8 svart torn · b8 svart springare · c8 svart löpare · d8 svart drottning · e8 svart kung · f8 svart löpare · g8 svart springare · h8 svart torn · a7 svart bonde · b7 svart bonde · d7 svart bonde · e7 svart bonde · f7 svart bonde · g7 svart bonde · h7 svart bonde · c6 svart bonde · e4 vit bonde · a2 vit bonde · b2 vit bonde · c2 vit bonde · d2 vit bonde · f2 vit bonde · g2 vit bonde · h2 vit bonde · a1 vit torn · b1 vit springare · c1 vit löpare · d1 vit drottning · e1 vit kung · f1 vit löpare · g1 vit springare · h1 vit torn | a8 svart torn · b8 svart springare · c8 svart löpare · d8 svart drottning · e8 svart kung · f8 svart löpare · g8 svart springare · h8 svart torn · a7 svart bonde · b7 svart bonde · d7 svart bonde · e7 svart bonde · f7 svart bonde · g7 svart bonde · h7 svart bonde · c6 svart bonde · e4 vit bonde · a2 vit bonde · b2 vit bonde · c2 vit bonde · d2 vit bonde · f2 vit bonde · g2 vit bonde · h2 vit bonde · a1 vit torn · b1 vit springare · c1 vit löpare · d1 vit drottning · e1 vit kung · f1 vit löpare · g1 vit springare · h1 vit torn | a8 svart torn · b8 svart springare · c8 svart löpare · d8 svart drottning · e8 svart kung · f8 svart löpare · g8 svart springare · h8 svart torn · a7 svart bonde · b7 svart bonde · d7 svart bonde · e7 svart bonde · f7 svart bonde · g7 svart bonde · h7 svart bonde · c6 svart bonde · e4 vit bonde · a2 vit bonde · b2 vit bonde · c2 vit bonde · d2 vit bonde · f2 vit bonde · g2 vit bonde · h2 vit bonde · a1 vit torn · b1 vit springare · c1 vit löpare · d1 vit drottning · e1 vit kung · f1 vit löpare · g1 vit springare · h1 vit torn | 7 |
| 6 | a8 svart torn · b8 svart springare · c8 svart löpare · d8 svart drottning · e8 svart kung · f8 svart löpare · g8 svart springare · h8 svart torn · a7 svart bonde · b7 svart bonde · d7 svart bonde · e7 svart bonde · f7 svart bonde · g7 svart bonde · h7 svart bonde · c6 svart bonde · e4 vit bonde · a2 vit bonde · b2 vit bonde · c2 vit bonde · d2 vit bonde · f2 vit bonde · g2 vit bonde · h2 vit bonde · a1 vit torn · b1 vit springare · c1 vit löpare · d1 vit drottning · e1 vit kung · f1 vit löpare · g1 vit springare · h1 vit torn | a8 svart torn · b8 svart springare · c8 svart löpare · d8 svart drottning · e8 svart kung · f8 svart löpare · g8 svart springare · h8 svart torn · a7 svart bonde · b7 svart bonde · d7 svart bonde · e7 svart bonde · f7 svart bonde · g7 svart bonde · h7 svart bonde · c6 svart bonde · e4 vit bonde · a2 vit bonde · b2 vit bonde · c2 vit bonde · d2 vit bonde · f2 vit bonde · g2 vit bonde · h2 vit bonde · a1 vit torn · b1 vit springare · c1 vit löpare · d1 vit drottning · e1 vit kung · f1 vit löpare · g1 vit springare · h1 vit torn | a8 svart torn · b8 svart springare · c8 svart löpare · d8 svart drottning · e8 svart kung · f8 svart löpare · g8 svart springare · h8 svart torn · a7 svart bonde · b7 svart bonde · d7 svart bonde · e7 svart bonde · f7 svart bonde · g7 svart bonde · h7 svart bonde · c6 svart bonde · e4 vit bonde · a2 vit bonde · b2 vit bonde · c2 vit bonde · d2 vit bonde · f2 vit bonde · g2 vit bonde · h2 vit bonde · a1 vit torn · b1 vit springare · c1 vit löpare · d1 vit drottning · e1 vit kung · f1 vit löpare · g1 vit springare · h1 vit torn | a8 svart torn · b8 svart springare · c8 svart löpare · d8 svart drottning · e8 svart kung · f8 svart löpare · g8 svart springare · h8 svart torn · a7 svart bonde · b7 svart bonde · d7 svart bonde · e7 svart bonde · f7 svart bonde · g7 svart bonde · h7 svart bonde · c6 svart bonde · e4 vit bonde · a2 vit bonde · b2 vit bonde · c2 vit bonde · d2 vit bonde · f2 vit bonde · g2 vit bonde · h2 vit bonde · a1 vit torn · b1 vit springare · c1 vit löpare · d1 vit drottning · e1 vit kung · f1 vit löpare · g1 vit springare · h1 vit torn | a8 svart torn · b8 svart springare · c8 svart löpare · d8 svart drottning · e8 svart kung · f8 svart löpare · g8 svart springare · h8 svart torn · a7 svart bonde · b7 svart bonde · d7 svart bonde · e7 svart bonde · f7 svart bonde · g7 svart bonde · h7 svart bonde · c6 svart bonde · e4 vit bonde · a2 vit bonde · b2 vit bonde · c2 vit bonde · d2 vit bonde · f2 vit bonde · g2 vit bonde · h2 vit bonde · a1 vit torn · b1 vit springare · c1 vit löpare · d1 vit drottning · e1 vit kung · f1 vit löpare · g1 vit springare · h1 vit torn | a8 svart torn · b8 svart springare · c8 svart löpare · d8 svart drottning · e8 svart kung · f8 svart löpare · g8 svart springare · h8 svart torn · a7 svart bonde · b7 svart bonde · d7 svart bonde · e7 svart bonde · f7 svart bonde · g7 svart bonde · h7 svart bonde · c6 svart bonde · e4 vit bonde · a2 vit bonde · b2 vit bonde · c2 vit bonde · d2 vit bonde · f2 vit bonde · g2 vit bonde · h2 vit bonde · a1 vit torn · b1 vit springare · c1 vit löpare · d1 vit drottning · e1 vit kung · f1 vit löpare · g1 vit springare · h1 vit torn | a8 svart torn · b8 svart springare · c8 svart löpare · d8 svart drottning · e8 svart kung · f8 svart löpare · g8 svart springare · h8 svart torn · a7 svart bonde · b7 svart bonde · d7 svart bonde · e7 svart bonde · f7 svart bonde · g7 svart bonde · h7 svart bonde · c6 svart bonde · e4 vit bonde · a2 vit bonde · b2 vit bonde · c2 vit bonde · d2 vit bonde · f2 vit bonde · g2 vit bonde · h2 vit bonde · a1 vit torn · b1 vit springare · c1 vit löpare · d1 vit drottning · e1 vit kung · f1 vit löpare · g1 vit springare · h1 vit torn | a8 svart torn · b8 svart springare · c8 svart löpare · d8 svart drottning · e8 svart kung · f8 svart löpare · g8 svart springare · h8 svart torn · a7 svart bonde · b7 svart bonde · d7 svart bonde · e7 svart bonde · f7 svart bonde · g7 svart bonde · h7 svart bonde · c6 svart bonde · e4 vit bonde · a2 vit bonde · b2 vit bonde · c2 vit bonde · d2 vit bonde · f2 vit bonde · g2 vit bonde · h2 vit bonde · a1 vit torn · b1 vit springare · c1 vit löpare · d1 vit drottning · e1 vit kung · f1 vit löpare · g1 vit springare · h1 vit torn | 6 |
| 5 | a8 svart torn · b8 svart springare · c8 svart löpare · d8 svart drottning · e8 svart kung · f8 svart löpare · g8 svart springare · h8 svart torn · a7 svart bonde · b7 svart bonde · d7 svart bonde · e7 svart bonde · f7 svart bonde · g7 svart bonde · h7 svart bonde · c6 svart bonde · e4 vit bonde · a2 vit bonde · b2 vit bonde · c2 vit bonde · d2 vit bonde · f2 vit bonde · g2 vit bonde · h2 vit bonde · a1 vit torn · b1 vit springare · c1 vit löpare · d1 vit drottning · e1 vit kung · f1 vit löpare · g1 vit springare · h1 vit torn | a8 svart torn · b8 svart springare · c8 svart löpare · d8 svart drottning · e8 svart kung · f8 svart löpare · g8 svart springare · h8 svart torn · a7 svart bonde · b7 svart bonde · d7 svart bonde · e7 svart bonde · f7 svart bonde · g7 svart bonde · h7 svart bonde · c6 svart bonde · e4 vit bonde · a2 vit bonde · b2 vit bonde · c2 vit bonde · d2 vit bonde · f2 vit bonde · g2 vit bonde · h2 vit bonde · a1 vit torn · b1 vit springare · c1 vit löpare · d1 vit drottning · e1 vit kung · f1 vit löpare · g1 vit springare · h1 vit torn | a8 svart torn · b8 svart springare · c8 svart löpare · d8 svart drottning · e8 svart kung · f8 svart löpare · g8 svart springare · h8 svart torn · a7 svart bonde · b7 svart bonde · d7 svart bonde · e7 svart bonde · f7 svart bonde · g7 svart bonde · h7 svart bonde · c6 svart bonde · e4 vit bonde · a2 vit bonde · b2 vit bonde · c2 vit bonde · d2 vit bonde · f2 vit bonde · g2 vit bonde · h2 vit bonde · a1 vit torn · b1 vit springare · c1 vit löpare · d1 vit drottning · e1 vit kung · f1 vit löpare · g1 vit springare · h1 vit torn | a8 svart torn · b8 svart springare · c8 svart löpare · d8 svart drottning · e8 svart kung · f8 svart löpare · g8 svart springare · h8 svart torn · a7 svart bonde · b7 svart bonde · d7 svart bonde · e7 svart bonde · f7 svart bonde · g7 svart bonde · h7 svart bonde · c6 svart bonde · e4 vit bonde · a2 vit bonde · b2 vit bonde · c2 vit bonde · d2 vit bonde · f2 vit bonde · g2 vit bonde · h2 vit bonde · a1 vit torn · b1 vit springare · c1 vit löpare · d1 vit drottning · e1 vit kung · f1 vit löpare · g1 vit springare · h1 vit torn | a8 svart torn · b8 svart springare · c8 svart löpare · d8 svart drottning · e8 svart kung · f8 svart löpare · g8 svart springare · h8 svart torn · a7 svart bonde · b7 svart bonde · d7 svart bonde · e7 svart bonde · f7 svart bonde · g7 svart bonde · h7 svart bonde · c6 svart bonde · e4 vit bonde · a2 vit bonde · b2 vit bonde · c2 vit bonde · d2 vit bonde · f2 vit bonde · g2 vit bonde · h2 vit bonde · a1 vit torn · b1 vit springare · c1 vit löpare · d1 vit drottning · e1 vit kung · f1 vit löpare · g1 vit springare · h1 vit torn | a8 svart torn · b8 svart springare · c8 svart löpare · d8 svart drottning · e8 svart kung · f8 svart löpare · g8 svart springare · h8 svart torn · a7 svart bonde · b7 svart bonde · d7 svart bonde · e7 svart bonde · f7 svart bonde · g7 svart bonde · h7 svart bonde · c6 svart bonde · e4 vit bonde · a2 vit bonde · b2 vit bonde · c2 vit bonde · d2 vit bonde · f2 vit bonde · g2 vit bonde · h2 vit bonde · a1 vit torn · b1 vit springare · c1 vit löpare · d1 vit drottning · e1 vit kung · f1 vit löpare · g1 vit springare · h1 vit torn | a8 svart torn · b8 svart springare · c8 svart löpare · d8 svart drottning · e8 svart kung · f8 svart löpare · g8 svart springare · h8 svart torn · a7 svart bonde · b7 svart bonde · d7 svart bonde · e7 svart bonde · f7 svart bonde · g7 svart bonde · h7 svart bonde · c6 svart bonde · e4 vit bonde · a2 vit bonde · b2 vit bonde · c2 vit bonde · d2 vit bonde · f2 vit bonde · g2 vit bonde · h2 vit bonde · a1 vit torn · b1 vit springare · c1 vit löpare · d1 vit drottning · e1 vit kung · f1 vit löpare · g1 vit springare · h1 vit torn | a8 svart torn · b8 svart springare · c8 svart löpare · d8 svart drottning · e8 svart kung · f8 svart löpare · g8 svart springare · h8 svart torn · a7 svart bonde · b7 svart bonde · d7 svart bonde · e7 svart bonde · f7 svart bonde · g7 svart bonde · h7 svart bonde · c6 svart bonde · e4 vit bonde · a2 vit bonde · b2 vit bonde · c2 vit bonde · d2 vit bonde · f2 vit bonde · g2 vit bonde · h2 vit bonde · a1 vit torn · b1 vit springare · c1 vit löpare · d1 vit drottning · e1 vit kung · f1 vit löpare · g1 vit springare · h1 vit torn | 5 |
| 4 | a8 svart torn · b8 svart springare · c8 svart löpare · d8 svart drottning · e8 svart kung · f8 svart löpare · g8 svart springare · h8 svart torn · a7 svart bonde · b7 svart bonde · d7 svart bonde · e7 svart bonde · f7 svart bonde · g7 svart bonde · h7 svart bonde · c6 svart bonde · e4 vit bonde · a2 vit bonde · b2 vit bonde · c2 vit bonde · d2 vit bonde · f2 vit bonde · g2 vit bonde · h2 vit bonde · a1 vit torn · b1 vit springare · c1 vit löpare · d1 vit drottning · e1 vit kung · f1 vit löpare · g1 vit springare · h1 vit torn | a8 svart torn · b8 svart springare · c8 svart löpare · d8 svart drottning · e8 svart kung · f8 svart löpare · g8 svart springare · h8 svart torn · a7 svart bonde · b7 svart bonde · d7 svart bonde · e7 svart bonde · f7 svart bonde · g7 svart bonde · h7 svart bonde · c6 svart bonde · e4 vit bonde · a2 vit bonde · b2 vit bonde · c2 vit bonde · d2 vit bonde · f2 vit bonde · g2 vit bonde · h2 vit bonde · a1 vit torn · b1 vit springare · c1 vit löpare · d1 vit drottning · e1 vit kung · f1 vit löpare · g1 vit springare · h1 vit torn | a8 svart torn · b8 svart springare · c8 svart löpare · d8 svart drottning · e8 svart kung · f8 svart löpare · g8 svart springare · h8 svart torn · a7 svart bonde · b7 svart bonde · d7 svart bonde · e7 svart bonde · f7 svart bonde · g7 svart bonde · h7 svart bonde · c6 svart bonde · e4 vit bonde · a2 vit bonde · b2 vit bonde · c2 vit bonde · d2 vit bonde · f2 vit bonde · g2 vit bonde · h2 vit bonde · a1 vit torn · b1 vit springare · c1 vit löpare · d1 vit drottning · e1 vit kung · f1 vit löpare · g1 vit springare · h1 vit torn | a8 svart torn · b8 svart springare · c8 svart löpare · d8 svart drottning · e8 svart kung · f8 svart löpare · g8 svart springare · h8 svart torn · a7 svart bonde · b7 svart bonde · d7 svart bonde · e7 svart bonde · f7 svart bonde · g7 svart bonde · h7 svart bonde · c6 svart bonde · e4 vit bonde · a2 vit bonde · b2 vit bonde · c2 vit bonde · d2 vit bonde · f2 vit bonde · g2 vit bonde · h2 vit bonde · a1 vit torn · b1 vit springare · c1 vit löpare · d1 vit drottning · e1 vit kung · f1 vit löpare · g1 vit springare · h1 vit torn | a8 svart torn · b8 svart springare · c8 svart löpare · d8 svart drottning · e8 svart kung · f8 svart löpare · g8 svart springare · h8 svart torn · a7 svart bonde · b7 svart bonde · d7 svart bonde · e7 svart bonde · f7 svart bonde · g7 svart bonde · h7 svart bonde · c6 svart bonde · e4 vit bonde · a2 vit bonde · b2 vit bonde · c2 vit bonde · d2 vit bonde · f2 vit bonde · g2 vit bonde · h2 vit bonde · a1 vit torn · b1 vit springare · c1 vit löpare · d1 vit drottning · e1 vit kung · f1 vit löpare · g1 vit springare · h1 vit torn | a8 svart torn · b8 svart springare · c8 svart löpare · d8 svart drottning · e8 svart kung · f8 svart löpare · g8 svart springare · h8 svart torn · a7 svart bonde · b7 svart bonde · d7 svart bonde · e7 svart bonde · f7 svart bonde · g7 svart bonde · h7 svart bonde · c6 svart bonde · e4 vit bonde · a2 vit bonde · b2 vit bonde · c2 vit bonde · d2 vit bonde · f2 vit bonde · g2 vit bonde · h2 vit bonde · a1 vit torn · b1 vit springare · c1 vit löpare · d1 vit drottning · e1 vit kung · f1 vit löpare · g1 vit springare · h1 vit torn | a8 svart torn · b8 svart springare · c8 svart löpare · d8 svart drottning · e8 svart kung · f8 svart löpare · g8 svart springare · h8 svart torn · a7 svart bonde · b7 svart bonde · d7 svart bonde · e7 svart bonde · f7 svart bonde · g7 svart bonde · h7 svart bonde · c6 svart bonde · e4 vit bonde · a2 vit bonde · b2 vit bonde · c2 vit bonde · d2 vit bonde · f2 vit bonde · g2 vit bonde · h2 vit bonde · a1 vit torn · b1 vit springare · c1 vit löpare · d1 vit drottning · e1 vit kung · f1 vit löpare · g1 vit springare · h1 vit torn | a8 svart torn · b8 svart springare · c8 svart löpare · d8 svart drottning · e8 svart kung · f8 svart löpare · g8 svart springare · h8 svart torn · a7 svart bonde · b7 svart bonde · d7 svart bonde · e7 svart bonde · f7 svart bonde · g7 svart bonde · h7 svart bonde · c6 svart bonde · e4 vit bonde · a2 vit bonde · b2 vit bonde · c2 vit bonde · d2 vit bonde · f2 vit bonde · g2 vit bonde · h2 vit bonde · a1 vit torn · b1 vit springare · c1 vit löpare · d1 vit drottning · e1 vit kung · f1 vit löpare · g1 vit springare · h1 vit torn | 4 |
| 3 | a8 svart torn · b8 svart springare · c8 svart löpare · d8 svart drottning · e8 svart kung · f8 svart löpare · g8 svart springare · h8 svart torn · a7 svart bonde · b7 svart bonde · d7 svart bonde · e7 svart bonde · f7 svart bonde · g7 svart bonde · h7 svart bonde · c6 svart bonde · e4 vit bonde · a2 vit bonde · b2 vit bonde · c2 vit bonde · d2 vit bonde · f2 vit bonde · g2 vit bonde · h2 vit bonde · a1 vit torn · b1 vit springare · c1 vit löpare · d1 vit drottning · e1 vit kung · f1 vit löpare · g1 vit springare · h1 vit torn | a8 svart torn · b8 svart springare · c8 svart löpare · d8 svart drottning · e8 svart kung · f8 svart löpare · g8 svart springare · h8 svart torn · a7 svart bonde · b7 svart bonde · d7 svart bonde · e7 svart bonde · f7 svart bonde · g7 svart bonde · h7 svart bonde · c6 svart bonde · e4 vit bonde · a2 vit bonde · b2 vit bonde · c2 vit bonde · d2 vit bonde · f2 vit bonde · g2 vit bonde · h2 vit bonde · a1 vit torn · b1 vit springare · c1 vit löpare · d1 vit drottning · e1 vit kung · f1 vit löpare · g1 vit springare · h1 vit torn | a8 svart torn · b8 svart springare · c8 svart löpare · d8 svart drottning · e8 svart kung · f8 svart löpare · g8 svart springare · h8 svart torn · a7 svart bonde · b7 svart bonde · d7 svart bonde · e7 svart bonde · f7 svart bonde · g7 svart bonde · h7 svart bonde · c6 svart bonde · e4 vit bonde · a2 vit bonde · b2 vit bonde · c2 vit bonde · d2 vit bonde · f2 vit bonde · g2 vit bonde · h2 vit bonde · a1 vit torn · b1 vit springare · c1 vit löpare · d1 vit drottning · e1 vit kung · f1 vit löpare · g1 vit springare · h1 vit torn | a8 svart torn · b8 svart springare · c8 svart löpare · d8 svart drottning · e8 svart kung · f8 svart löpare · g8 svart springare · h8 svart torn · a7 svart bonde · b7 svart bonde · d7 svart bonde · e7 svart bonde · f7 svart bonde · g7 svart bonde · h7 svart bonde · c6 svart bonde · e4 vit bonde · a2 vit bonde · b2 vit bonde · c2 vit bonde · d2 vit bonde · f2 vit bonde · g2 vit bonde · h2 vit bonde · a1 vit torn · b1 vit springare · c1 vit löpare · d1 vit drottning · e1 vit kung · f1 vit löpare · g1 vit springare · h1 vit torn | a8 svart torn · b8 svart springare · c8 svart löpare · d8 svart drottning · e8 svart kung · f8 svart löpare · g8 svart springare · h8 svart torn · a7 svart bonde · b7 svart bonde · d7 svart bonde · e7 svart bonde · f7 svart bonde · g7 svart bonde · h7 svart bonde · c6 svart bonde · e4 vit bonde · a2 vit bonde · b2 vit bonde · c2 vit bonde · d2 vit bonde · f2 vit bonde · g2 vit bonde · h2 vit bonde · a1 vit torn · b1 vit springare · c1 vit löpare · d1 vit drottning · e1 vit kung · f1 vit löpare · g1 vit springare · h1 vit torn | a8 svart torn · b8 svart springare · c8 svart löpare · d8 svart drottning · e8 svart kung · f8 svart löpare · g8 svart springare · h8 svart torn · a7 svart bonde · b7 svart bonde · d7 svart bonde · e7 svart bonde · f7 svart bonde · g7 svart bonde · h7 svart bonde · c6 svart bonde · e4 vit bonde · a2 vit bonde · b2 vit bonde · c2 vit bonde · d2 vit bonde · f2 vit bonde · g2 vit bonde · h2 vit bonde · a1 vit torn · b1 vit springare · c1 vit löpare · d1 vit drottning · e1 vit kung · f1 vit löpare · g1 vit springare · h1 vit torn | a8 svart torn · b8 svart springare · c8 svart löpare · d8 svart drottning · e8 svart kung · f8 svart löpare · g8 svart springare · h8 svart torn · a7 svart bonde · b7 svart bonde · d7 svart bonde · e7 svart bonde · f7 svart bonde · g7 svart bonde · h7 svart bonde · c6 svart bonde · e4 vit bonde · a2 vit bonde · b2 vit bonde · c2 vit bonde · d2 vit bonde · f2 vit bonde · g2 vit bonde · h2 vit bonde · a1 vit torn · b1 vit springare · c1 vit löpare · d1 vit drottning · e1 vit kung · f1 vit löpare · g1 vit springare · h1 vit torn | a8 svart torn · b8 svart springare · c8 svart löpare · d8 svart drottning · e8 svart kung · f8 svart löpare · g8 svart springare · h8 svart torn · a7 svart bonde · b7 svart bonde · d7 svart bonde · e7 svart bonde · f7 svart bonde · g7 svart bonde · h7 svart bonde · c6 svart bonde · e4 vit bonde · a2 vit bonde · b2 vit bonde · c2 vit bonde · d2 vit bonde · f2 vit bonde · g2 vit bonde · h2 vit bonde · a1 vit torn · b1 vit springare · c1 vit löpare · d1 vit drottning · e1 vit kung · f1 vit löpare · g1 vit springare · h1 vit torn | 3 |
| 2 | a8 svart torn · b8 svart springare · c8 svart löpare · d8 svart drottning · e8 svart kung · f8 svart löpare · g8 svart springare · h8 svart torn · a7 svart bonde · b7 svart bonde · d7 svart bonde · e7 svart bonde · f7 svart bonde · g7 svart bonde · h7 svart bonde · c6 svart bonde · e4 vit bonde · a2 vit bonde · b2 vit bonde · c2 vit bonde · d2 vit bonde · f2 vit bonde · g2 vit bonde · h2 vit bonde · a1 vit torn · b1 vit springare · c1 vit löpare · d1 vit drottning · e1 vit kung · f1 vit löpare · g1 vit springare · h1 vit torn | a8 svart torn · b8 svart springare · c8 svart löpare · d8 svart drottning · e8 svart kung · f8 svart löpare · g8 svart springare · h8 svart torn · a7 svart bonde · b7 svart bonde · d7 svart bonde · e7 svart bonde · f7 svart bonde · g7 svart bonde · h7 svart bonde · c6 svart bonde · e4 vit bonde · a2 vit bonde · b2 vit bonde · c2 vit bonde · d2 vit bonde · f2 vit bonde · g2 vit bonde · h2 vit bonde · a1 vit torn · b1 vit springare · c1 vit löpare · d1 vit drottning · e1 vit kung · f1 vit löpare · g1 vit springare · h1 vit torn | a8 svart torn · b8 svart springare · c8 svart löpare · d8 svart drottning · e8 svart kung · f8 svart löpare · g8 svart springare · h8 svart torn · a7 svart bonde · b7 svart bonde · d7 svart bonde · e7 svart bonde · f7 svart bonde · g7 svart bonde · h7 svart bonde · c6 svart bonde · e4 vit bonde · a2 vit bonde · b2 vit bonde · c2 vit bonde · d2 vit bonde · f2 vit bonde · g2 vit bonde · h2 vit bonde · a1 vit torn · b1 vit springare · c1 vit löpare · d1 vit drottning · e1 vit kung · f1 vit löpare · g1 vit springare · h1 vit torn | a8 svart torn · b8 svart springare · c8 svart löpare · d8 svart drottning · e8 svart kung · f8 svart löpare · g8 svart springare · h8 svart torn · a7 svart bonde · b7 svart bonde · d7 svart bonde · e7 svart bonde · f7 svart bonde · g7 svart bonde · h7 svart bonde · c6 svart bonde · e4 vit bonde · a2 vit bonde · b2 vit bonde · c2 vit bonde · d2 vit bonde · f2 vit bonde · g2 vit bonde · h2 vit bonde · a1 vit torn · b1 vit springare · c1 vit löpare · d1 vit drottning · e1 vit kung · f1 vit löpare · g1 vit springare · h1 vit torn | a8 svart torn · b8 svart springare · c8 svart löpare · d8 svart drottning · e8 svart kung · f8 svart löpare · g8 svart springare · h8 svart torn · a7 svart bonde · b7 svart bonde · d7 svart bonde · e7 svart bonde · f7 svart bonde · g7 svart bonde · h7 svart bonde · c6 svart bonde · e4 vit bonde · a2 vit bonde · b2 vit bonde · c2 vit bonde · d2 vit bonde · f2 vit bonde · g2 vit bonde · h2 vit bonde · a1 vit torn · b1 vit springare · c1 vit löpare · d1 vit drottning · e1 vit kung · f1 vit löpare · g1 vit springare · h1 vit torn | a8 svart torn · b8 svart springare · c8 svart löpare · d8 svart drottning · e8 svart kung · f8 svart löpare · g8 svart springare · h8 svart torn · a7 svart bonde · b7 svart bonde · d7 svart bonde · e7 svart bonde · f7 svart bonde · g7 svart bonde · h7 svart bonde · c6 svart bonde · e4 vit bonde · a2 vit bonde · b2 vit bonde · c2 vit bonde · d2 vit bonde · f2 vit bonde · g2 vit bonde · h2 vit bonde · a1 vit torn · b1 vit springare · c1 vit löpare · d1 vit drottning · e1 vit kung · f1 vit löpare · g1 vit springare · h1 vit torn | a8 svart torn · b8 svart springare · c8 svart löpare · d8 svart drottning · e8 svart kung · f8 svart löpare · g8 svart springare · h8 svart torn · a7 svart bonde · b7 svart bonde · d7 svart bonde · e7 svart bonde · f7 svart bonde · g7 svart bonde · h7 svart bonde · c6 svart bonde · e4 vit bonde · a2 vit bonde · b2 vit bonde · c2 vit bonde · d2 vit bonde · f2 vit bonde · g2 vit bonde · h2 vit bonde · a1 vit torn · b1 vit springare · c1 vit löpare · d1 vit drottning · e1 vit kung · f1 vit löpare · g1 vit springare · h1 vit torn | a8 svart torn · b8 svart springare · c8 svart löpare · d8 svart drottning · e8 svart kung · f8 svart löpare · g8 svart springare · h8 svart torn · a7 svart bonde · b7 svart bonde · d7 svart bonde · e7 svart bonde · f7 svart bonde · g7 svart bonde · h7 svart bonde · c6 svart bonde · e4 vit bonde · a2 vit bonde · b2 vit bonde · c2 vit bonde · d2 vit bonde · f2 vit bonde · g2 vit bonde · h2 vit bonde · a1 vit torn · b1 vit springare · c1 vit löpare · d1 vit drottning · e1 vit kung · f1 vit löpare · g1 vit springare · h1 vit torn | 2 |
| 1 | a8 svart torn · b8 svart springare · c8 svart löpare · d8 svart drottning · e8 svart kung · f8 svart löpare · g8 svart springare · h8 svart torn · a7 svart bonde · b7 svart bonde · d7 svart bonde · e7 svart bonde · f7 svart bonde · g7 svart bonde · h7 svart bonde · c6 svart bonde · e4 vit bonde · a2 vit bonde · b2 vit bonde · c2 vit bonde · d2 vit bonde · f2 vit bonde · g2 vit bonde · h2 vit bonde · a1 vit torn · b1 vit springare · c1 vit löpare · d1 vit drottning · e1 vit kung · f1 vit löpare · g1 vit springare · h1 vit torn | a8 svart torn · b8 svart springare · c8 svart löpare · d8 svart drottning · e8 svart kung · f8 svart löpare · g8 svart springare · h8 svart torn · a7 svart bonde · b7 svart bonde · d7 svart bonde · e7 svart bonde · f7 svart bonde · g7 svart bonde · h7 svart bonde · c6 svart bonde · e4 vit bonde · a2 vit bonde · b2 vit bonde · c2 vit bonde · d2 vit bonde · f2 vit bonde · g2 vit bonde · h2 vit bonde · a1 vit torn · b1 vit springare · c1 vit löpare · d1 vit drottning · e1 vit kung · f1 vit löpare · g1 vit springare · h1 vit torn | a8 svart torn · b8 svart springare · c8 svart löpare · d8 svart drottning · e8 svart kung · f8 svart löpare · g8 svart springare · h8 svart torn · a7 svart bonde · b7 svart bonde · d7 svart bonde · e7 svart bonde · f7 svart bonde · g7 svart bonde · h7 svart bonde · c6 svart bonde · e4 vit bonde · a2 vit bonde · b2 vit bonde · c2 vit bonde · d2 vit bonde · f2 vit bonde · g2 vit bonde · h2 vit bonde · a1 vit torn · b1 vit springare · c1 vit löpare · d1 vit drottning · e1 vit kung · f1 vit löpare · g1 vit springare · h1 vit torn | a8 svart torn · b8 svart springare · c8 svart löpare · d8 svart drottning · e8 svart kung · f8 svart löpare · g8 svart springare · h8 svart torn · a7 svart bonde · b7 svart bonde · d7 svart bonde · e7 svart bonde · f7 svart bonde · g7 svart bonde · h7 svart bonde · c6 svart bonde · e4 vit bonde · a2 vit bonde · b2 vit bonde · c2 vit bonde · d2 vit bonde · f2 vit bonde · g2 vit bonde · h2 vit bonde · a1 vit torn · b1 vit springare · c1 vit löpare · d1 vit drottning · e1 vit kung · f1 vit löpare · g1 vit springare · h1 vit torn | a8 svart torn · b8 svart springare · c8 svart löpare · d8 svart drottning · e8 svart kung · f8 svart löpare · g8 svart springare · h8 svart torn · a7 svart bonde · b7 svart bonde · d7 svart bonde · e7 svart bonde · f7 svart bonde · g7 svart bonde · h7 svart bonde · c6 svart bonde · e4 vit bonde · a2 vit bonde · b2 vit bonde · c2 vit bonde · d2 vit bonde · f2 vit bonde · g2 vit bonde · h2 vit bonde · a1 vit torn · b1 vit springare · c1 vit löpare · d1 vit drottning · e1 vit kung · f1 vit löpare · g1 vit springare · h1 vit torn | a8 svart torn · b8 svart springare · c8 svart löpare · d8 svart drottning · e8 svart kung · f8 svart löpare · g8 svart springare · h8 svart torn · a7 svart bonde · b7 svart bonde · d7 svart bonde · e7 svart bonde · f7 svart bonde · g7 svart bonde · h7 svart bonde · c6 svart bonde · e4 vit bonde · a2 vit bonde · b2 vit bonde · c2 vit bonde · d2 vit bonde · f2 vit bonde · g2 vit bonde · h2 vit bonde · a1 vit torn · b1 vit springare · c1 vit löpare · d1 vit drottning · e1 vit kung · f1 vit löpare · g1 vit springare · h1 vit torn | a8 svart torn · b8 svart springare · c8 svart löpare · d8 svart drottning · e8 svart kung · f8 svart löpare · g8 svart springare · h8 svart torn · a7 svart bonde · b7 svart bonde · d7 svart bonde · e7 svart bonde · f7 svart bonde · g7 svart bonde · h7 svart bonde · c6 svart bonde · e4 vit bonde · a2 vit bonde · b2 vit bonde · c2 vit bonde · d2 vit bonde · f2 vit bonde · g2 vit bonde · h2 vit bonde · a1 vit torn · b1 vit springare · c1 vit löpare · d1 vit drottning · e1 vit kung · f1 vit löpare · g1 vit springare · h1 vit torn | a8 svart torn · b8 svart springare · c8 svart löpare · d8 svart drottning · e8 svart kung · f8 svart löpare · g8 svart springare · h8 svart torn · a7 svart bonde · b7 svart bonde · d7 svart bonde · e7 svart bonde · f7 svart bonde · g7 svart bonde · h7 svart bonde · c6 svart bonde · e4 vit bonde · a2 vit bonde · b2 vit bonde · c2 vit bonde · d2 vit bonde · f2 vit bonde · g2 vit bonde · h2 vit bonde · a1 vit torn · b1 vit springare · c1 vit löpare · d1 vit drottning · e1 vit kung · f1 vit löpare · g1 vit springare · h1 vit torn | 1 |
|   | a | b | c | d | e | f | g | h |   |

B10 Caro-Kann
1.e4 c6
B11 Caro-Kann, tvåspringarvarianten, 3...Lg4
1.e4 c6 2.Sc3 d5 3.Sf3 Lg4
B12 Caro-Kann
1.e4 c6 2.d4
B13 Caro-Kann, avbytesvarianten
1.e4 c6 2.d4 d5 3.exd5 cxd5
B14 Caro-Kann, Panovangreppet
1.e4 c6 2.d4 d5 3.exd5 cxd5 4.c4 Sf6 5.Sc3 e6
B15 Caro-Kann
1.e4 c6 2.d4 d5 3.Sc3
B16 Caro-Kann, Bronstein-Larsenvarianten
1.e4 c6 2.d4 d5 3.Sc3 dxe4 4.Sxe4 Sf6 5.Sxf6+ gxf6
B17 Caro-Kann, Steinitzvarianten
1.e4 c6 2.d4 d5 3.Sc3 dxe4 4.Sxe4 Sd7
B18 Caro-Kann, klassiska varianten
1.e4 c6 2.d4 d5 3.Sc3 dxe4 4.Sxe4 Lf5
B19 Caro-Kann, klassiska varianten
1.e4 c6 2.d4 d5 3.Sc3 dxe4 4.Sxe4 Lf5 5.Sg3 Lg6 6.h4 h6 7.Sf3 Sd7

### B20-B99: Sicilianskt försvar
|   | a | b | c | d | e | f | g | h |   |
| 8 | a8 svart torn · b8 svart springare · c8 svart löpare · d8 svart drottning · e8 svart kung · f8 svart löpare · g8 svart springare · h8 svart torn · a7 svart bonde · b7 svart bonde · d7 svart bonde · e7 svart bonde · f7 svart bonde · g7 svart bonde · h7 svart bonde · c5 svart bonde · e4 vit bonde · a2 vit bonde · b2 vit bonde · c2 vit bonde · d2 vit bonde · e2 vit bonde · f2 vit bonde · g2 vit bonde · h2 vit bonde · a1 vit torn · b1 vit springare · c1 vit löpare · d1 vit drottning · e1 vit kung · f1 vit löpare · g1 vit springare · h1 vit torn | a8 svart torn · b8 svart springare · c8 svart löpare · d8 svart drottning · e8 svart kung · f8 svart löpare · g8 svart springare · h8 svart torn · a7 svart bonde · b7 svart bonde · d7 svart bonde · e7 svart bonde · f7 svart bonde · g7 svart bonde · h7 svart bonde · c5 svart bonde · e4 vit bonde · a2 vit bonde · b2 vit bonde · c2 vit bonde · d2 vit bonde · e2 vit bonde · f2 vit bonde · g2 vit bonde · h2 vit bonde · a1 vit torn · b1 vit springare · c1 vit löpare · d1 vit drottning · e1 vit kung · f1 vit löpare · g1 vit springare · h1 vit torn | a8 svart torn · b8 svart springare · c8 svart löpare · d8 svart drottning · e8 svart kung · f8 svart löpare · g8 svart springare · h8 svart torn · a7 svart bonde · b7 svart bonde · d7 svart bonde · e7 svart bonde · f7 svart bonde · g7 svart bonde · h7 svart bonde · c5 svart bonde · e4 vit bonde · a2 vit bonde · b2 vit bonde · c2 vit bonde · d2 vit bonde · e2 vit bonde · f2 vit bonde · g2 vit bonde · h2 vit bonde · a1 vit torn · b1 vit springare · c1 vit löpare · d1 vit drottning · e1 vit kung · f1 vit löpare · g1 vit springare · h1 vit torn | a8 svart torn · b8 svart springare · c8 svart löpare · d8 svart drottning · e8 svart kung · f8 svart löpare · g8 svart springare · h8 svart torn · a7 svart bonde · b7 svart bonde · d7 svart bonde · e7 svart bonde · f7 svart bonde · g7 svart bonde · h7 svart bonde · c5 svart bonde · e4 vit bonde · a2 vit bonde · b2 vit bonde · c2 vit bonde · d2 vit bonde · e2 vit bonde · f2 vit bonde · g2 vit bonde · h2 vit bonde · a1 vit torn · b1 vit springare · c1 vit löpare · d1 vit drottning · e1 vit kung · f1 vit löpare · g1 vit springare · h1 vit torn | a8 svart torn · b8 svart springare · c8 svart löpare · d8 svart drottning · e8 svart kung · f8 svart löpare · g8 svart springare · h8 svart torn · a7 svart bonde · b7 svart bonde · d7 svart bonde · e7 svart bonde · f7 svart bonde · g7 svart bonde · h7 svart bonde · c5 svart bonde · e4 vit bonde · a2 vit bonde · b2 vit bonde · c2 vit bonde · d2 vit bonde · e2 vit bonde · f2 vit bonde · g2 vit bonde · h2 vit bonde · a1 vit torn · b1 vit springare · c1 vit löpare · d1 vit drottning · e1 vit kung · f1 vit löpare · g1 vit springare · h1 vit torn | a8 svart torn · b8 svart springare · c8 svart löpare · d8 svart drottning · e8 svart kung · f8 svart löpare · g8 svart springare · h8 svart torn · a7 svart bonde · b7 svart bonde · d7 svart bonde · e7 svart bonde · f7 svart bonde · g7 svart bonde · h7 svart bonde · c5 svart bonde · e4 vit bonde · a2 vit bonde · b2 vit bonde · c2 vit bonde · d2 vit bonde · e2 vit bonde · f2 vit bonde · g2 vit bonde · h2 vit bonde · a1 vit torn · b1 vit springare · c1 vit löpare · d1 vit drottning · e1 vit kung · f1 vit löpare · g1 vit springare · h1 vit torn | a8 svart torn · b8 svart springare · c8 svart löpare · d8 svart drottning · e8 svart kung · f8 svart löpare · g8 svart springare · h8 svart torn · a7 svart bonde · b7 svart bonde · d7 svart bonde · e7 svart bonde · f7 svart bonde · g7 svart bonde · h7 svart bonde · c5 svart bonde · e4 vit bonde · a2 vit bonde · b2 vit bonde · c2 vit bonde · d2 vit bonde · e2 vit bonde · f2 vit bonde · g2 vit bonde · h2 vit bonde · a1 vit torn · b1 vit springare · c1 vit löpare · d1 vit drottning · e1 vit kung · f1 vit löpare · g1 vit springare · h1 vit torn | a8 svart torn · b8 svart springare · c8 svart löpare · d8 svart drottning · e8 svart kung · f8 svart löpare · g8 svart springare · h8 svart torn · a7 svart bonde · b7 svart bonde · d7 svart bonde · e7 svart bonde · f7 svart bonde · g7 svart bonde · h7 svart bonde · c5 svart bonde · e4 vit bonde · a2 vit bonde · b2 vit bonde · c2 vit bonde · d2 vit bonde · e2 vit bonde · f2 vit bonde · g2 vit bonde · h2 vit bonde · a1 vit torn · b1 vit springare · c1 vit löpare · d1 vit drottning · e1 vit kung · f1 vit löpare · g1 vit springare · h1 vit torn | 8 |
| 7 | a8 svart torn · b8 svart springare · c8 svart löpare · d8 svart drottning · e8 svart kung · f8 svart löpare · g8 svart springare · h8 svart torn · a7 svart bonde · b7 svart bonde · d7 svart bonde · e7 svart bonde · f7 svart bonde · g7 svart bonde · h7 svart bonde · c5 svart bonde · e4 vit bonde · a2 vit bonde · b2 vit bonde · c2 vit bonde · d2 vit bonde · e2 vit bonde · f2 vit bonde · g2 vit bonde · h2 vit bonde · a1 vit torn · b1 vit springare · c1 vit löpare · d1 vit drottning · e1 vit kung · f1 vit löpare · g1 vit springare · h1 vit torn | a8 svart torn · b8 svart springare · c8 svart löpare · d8 svart drottning · e8 svart kung · f8 svart löpare · g8 svart springare · h8 svart torn · a7 svart bonde · b7 svart bonde · d7 svart bonde · e7 svart bonde · f7 svart bonde · g7 svart bonde · h7 svart bonde · c5 svart bonde · e4 vit bonde · a2 vit bonde · b2 vit bonde · c2 vit bonde · d2 vit bonde · e2 vit bonde · f2 vit bonde · g2 vit bonde · h2 vit bonde · a1 vit torn · b1 vit springare · c1 vit löpare · d1 vit drottning · e1 vit kung · f1 vit löpare · g1 vit springare · h1 vit torn | a8 svart torn · b8 svart springare · c8 svart löpare · d8 svart drottning · e8 svart kung · f8 svart löpare · g8 svart springare · h8 svart torn · a7 svart bonde · b7 svart bonde · d7 svart bonde · e7 svart bonde · f7 svart bonde · g7 svart bonde · h7 svart bonde · c5 svart bonde · e4 vit bonde · a2 vit bonde · b2 vit bonde · c2 vit bonde · d2 vit bonde · e2 vit bonde · f2 vit bonde · g2 vit bonde · h2 vit bonde · a1 vit torn · b1 vit springare · c1 vit löpare · d1 vit drottning · e1 vit kung · f1 vit löpare · g1 vit springare · h1 vit torn | a8 svart torn · b8 svart springare · c8 svart löpare · d8 svart drottning · e8 svart kung · f8 svart löpare · g8 svart springare · h8 svart torn · a7 svart bonde · b7 svart bonde · d7 svart bonde · e7 svart bonde · f7 svart bonde · g7 svart bonde · h7 svart bonde · c5 svart bonde · e4 vit bonde · a2 vit bonde · b2 vit bonde · c2 vit bonde · d2 vit bonde · e2 vit bonde · f2 vit bonde · g2 vit bonde · h2 vit bonde · a1 vit torn · b1 vit springare · c1 vit löpare · d1 vit drottning · e1 vit kung · f1 vit löpare · g1 vit springare · h1 vit torn | a8 svart torn · b8 svart springare · c8 svart löpare · d8 svart drottning · e8 svart kung · f8 svart löpare · g8 svart springare · h8 svart torn · a7 svart bonde · b7 svart bonde · d7 svart bonde · e7 svart bonde · f7 svart bonde · g7 svart bonde · h7 svart bonde · c5 svart bonde · e4 vit bonde · a2 vit bonde · b2 vit bonde · c2 vit bonde · d2 vit bonde · e2 vit bonde · f2 vit bonde · g2 vit bonde · h2 vit bonde · a1 vit torn · b1 vit springare · c1 vit löpare · d1 vit drottning · e1 vit kung · f1 vit löpare · g1 vit springare · h1 vit torn | a8 svart torn · b8 svart springare · c8 svart löpare · d8 svart drottning · e8 svart kung · f8 svart löpare · g8 svart springare · h8 svart torn · a7 svart bonde · b7 svart bonde · d7 svart bonde · e7 svart bonde · f7 svart bonde · g7 svart bonde · h7 svart bonde · c5 svart bonde · e4 vit bonde · a2 vit bonde · b2 vit bonde · c2 vit bonde · d2 vit bonde · e2 vit bonde · f2 vit bonde · g2 vit bonde · h2 vit bonde · a1 vit torn · b1 vit springare · c1 vit löpare · d1 vit drottning · e1 vit kung · f1 vit löpare · g1 vit springare · h1 vit torn | a8 svart torn · b8 svart springare · c8 svart löpare · d8 svart drottning · e8 svart kung · f8 svart löpare · g8 svart springare · h8 svart torn · a7 svart bonde · b7 svart bonde · d7 svart bonde · e7 svart bonde · f7 svart bonde · g7 svart bonde · h7 svart bonde · c5 svart bonde · e4 vit bonde · a2 vit bonde · b2 vit bonde · c2 vit bonde · d2 vit bonde · e2 vit bonde · f2 vit bonde · g2 vit bonde · h2 vit bonde · a1 vit torn · b1 vit springare · c1 vit löpare · d1 vit drottning · e1 vit kung · f1 vit löpare · g1 vit springare · h1 vit torn | a8 svart torn · b8 svart springare · c8 svart löpare · d8 svart drottning · e8 svart kung · f8 svart löpare · g8 svart springare · h8 svart torn · a7 svart bonde · b7 svart bonde · d7 svart bonde · e7 svart bonde · f7 svart bonde · g7 svart bonde · h7 svart bonde · c5 svart bonde · e4 vit bonde · a2 vit bonde · b2 vit bonde · c2 vit bonde · d2 vit bonde · e2 vit bonde · f2 vit bonde · g2 vit bonde · h2 vit bonde · a1 vit torn · b1 vit springare · c1 vit löpare · d1 vit drottning · e1 vit kung · f1 vit löpare · g1 vit springare · h1 vit torn | 7 |
| 6 | a8 svart torn · b8 svart springare · c8 svart löpare · d8 svart drottning · e8 svart kung · f8 svart löpare · g8 svart springare · h8 svart torn · a7 svart bonde · b7 svart bonde · d7 svart bonde · e7 svart bonde · f7 svart bonde · g7 svart bonde · h7 svart bonde · c5 svart bonde · e4 vit bonde · a2 vit bonde · b2 vit bonde · c2 vit bonde · d2 vit bonde · e2 vit bonde · f2 vit bonde · g2 vit bonde · h2 vit bonde · a1 vit torn · b1 vit springare · c1 vit löpare · d1 vit drottning · e1 vit kung · f1 vit löpare · g1 vit springare · h1 vit torn | a8 svart torn · b8 svart springare · c8 svart löpare · d8 svart drottning · e8 svart kung · f8 svart löpare · g8 svart springare · h8 svart torn · a7 svart bonde · b7 svart bonde · d7 svart bonde · e7 svart bonde · f7 svart bonde · g7 svart bonde · h7 svart bonde · c5 svart bonde · e4 vit bonde · a2 vit bonde · b2 vit bonde · c2 vit bonde · d2 vit bonde · e2 vit bonde · f2 vit bonde · g2 vit bonde · h2 vit bonde · a1 vit torn · b1 vit springare · c1 vit löpare · d1 vit drottning · e1 vit kung · f1 vit löpare · g1 vit springare · h1 vit torn | a8 svart torn · b8 svart springare · c8 svart löpare · d8 svart drottning · e8 svart kung · f8 svart löpare · g8 svart springare · h8 svart torn · a7 svart bonde · b7 svart bonde · d7 svart bonde · e7 svart bonde · f7 svart bonde · g7 svart bonde · h7 svart bonde · c5 svart bonde · e4 vit bonde · a2 vit bonde · b2 vit bonde · c2 vit bonde · d2 vit bonde · e2 vit bonde · f2 vit bonde · g2 vit bonde · h2 vit bonde · a1 vit torn · b1 vit springare · c1 vit löpare · d1 vit drottning · e1 vit kung · f1 vit löpare · g1 vit springare · h1 vit torn | a8 svart torn · b8 svart springare · c8 svart löpare · d8 svart drottning · e8 svart kung · f8 svart löpare · g8 svart springare · h8 svart torn · a7 svart bonde · b7 svart bonde · d7 svart bonde · e7 svart bonde · f7 svart bonde · g7 svart bonde · h7 svart bonde · c5 svart bonde · e4 vit bonde · a2 vit bonde · b2 vit bonde · c2 vit bonde · d2 vit bonde · e2 vit bonde · f2 vit bonde · g2 vit bonde · h2 vit bonde · a1 vit torn · b1 vit springare · c1 vit löpare · d1 vit drottning · e1 vit kung · f1 vit löpare · g1 vit springare · h1 vit torn | a8 svart torn · b8 svart springare · c8 svart löpare · d8 svart drottning · e8 svart kung · f8 svart löpare · g8 svart springare · h8 svart torn · a7 svart bonde · b7 svart bonde · d7 svart bonde · e7 svart bonde · f7 svart bonde · g7 svart bonde · h7 svart bonde · c5 svart bonde · e4 vit bonde · a2 vit bonde · b2 vit bonde · c2 vit bonde · d2 vit bonde · e2 vit bonde · f2 vit bonde · g2 vit bonde · h2 vit bonde · a1 vit torn · b1 vit springare · c1 vit löpare · d1 vit drottning · e1 vit kung · f1 vit löpare · g1 vit springare · h1 vit torn | a8 svart torn · b8 svart springare · c8 svart löpare · d8 svart drottning · e8 svart kung · f8 svart löpare · g8 svart springare · h8 svart torn · a7 svart bonde · b7 svart bonde · d7 svart bonde · e7 svart bonde · f7 svart bonde · g7 svart bonde · h7 svart bonde · c5 svart bonde · e4 vit bonde · a2 vit bonde · b2 vit bonde · c2 vit bonde · d2 vit bonde · e2 vit bonde · f2 vit bonde · g2 vit bonde · h2 vit bonde · a1 vit torn · b1 vit springare · c1 vit löpare · d1 vit drottning · e1 vit kung · f1 vit löpare · g1 vit springare · h1 vit torn | a8 svart torn · b8 svart springare · c8 svart löpare · d8 svart drottning · e8 svart kung · f8 svart löpare · g8 svart springare · h8 svart torn · a7 svart bonde · b7 svart bonde · d7 svart bonde · e7 svart bonde · f7 svart bonde · g7 svart bonde · h7 svart bonde · c5 svart bonde · e4 vit bonde · a2 vit bonde · b2 vit bonde · c2 vit bonde · d2 vit bonde · e2 vit bonde · f2 vit bonde · g2 vit bonde · h2 vit bonde · a1 vit torn · b1 vit springare · c1 vit löpare · d1 vit drottning · e1 vit kung · f1 vit löpare · g1 vit springare · h1 vit torn | a8 svart torn · b8 svart springare · c8 svart löpare · d8 svart drottning · e8 svart kung · f8 svart löpare · g8 svart springare · h8 svart torn · a7 svart bonde · b7 svart bonde · d7 svart bonde · e7 svart bonde · f7 svart bonde · g7 svart bonde · h7 svart bonde · c5 svart bonde · e4 vit bonde · a2 vit bonde · b2 vit bonde · c2 vit bonde · d2 vit bonde · e2 vit bonde · f2 vit bonde · g2 vit bonde · h2 vit bonde · a1 vit torn · b1 vit springare · c1 vit löpare · d1 vit drottning · e1 vit kung · f1 vit löpare · g1 vit springare · h1 vit torn | 6 |
| 5 | a8 svart torn · b8 svart springare · c8 svart löpare · d8 svart drottning · e8 svart kung · f8 svart löpare · g8 svart springare · h8 svart torn · a7 svart bonde · b7 svart bonde · d7 svart bonde · e7 svart bonde · f7 svart bonde · g7 svart bonde · h7 svart bonde · c5 svart bonde · e4 vit bonde · a2 vit bonde · b2 vit bonde · c2 vit bonde · d2 vit bonde · e2 vit bonde · f2 vit bonde · g2 vit bonde · h2 vit bonde · a1 vit torn · b1 vit springare · c1 vit löpare · d1 vit drottning · e1 vit kung · f1 vit löpare · g1 vit springare · h1 vit torn | a8 svart torn · b8 svart springare · c8 svart löpare · d8 svart drottning · e8 svart kung · f8 svart löpare · g8 svart springare · h8 svart torn · a7 svart bonde · b7 svart bonde · d7 svart bonde · e7 svart bonde · f7 svart bonde · g7 svart bonde · h7 svart bonde · c5 svart bonde · e4 vit bonde · a2 vit bonde · b2 vit bonde · c2 vit bonde · d2 vit bonde · e2 vit bonde · f2 vit bonde · g2 vit bonde · h2 vit bonde · a1 vit torn · b1 vit springare · c1 vit löpare · d1 vit drottning · e1 vit kung · f1 vit löpare · g1 vit springare · h1 vit torn | a8 svart torn · b8 svart springare · c8 svart löpare · d8 svart drottning · e8 svart kung · f8 svart löpare · g8 svart springare · h8 svart torn · a7 svart bonde · b7 svart bonde · d7 svart bonde · e7 svart bonde · f7 svart bonde · g7 svart bonde · h7 svart bonde · c5 svart bonde · e4 vit bonde · a2 vit bonde · b2 vit bonde · c2 vit bonde · d2 vit bonde · e2 vit bonde · f2 vit bonde · g2 vit bonde · h2 vit bonde · a1 vit torn · b1 vit springare · c1 vit löpare · d1 vit drottning · e1 vit kung · f1 vit löpare · g1 vit springare · h1 vit torn | a8 svart torn · b8 svart springare · c8 svart löpare · d8 svart drottning · e8 svart kung · f8 svart löpare · g8 svart springare · h8 svart torn · a7 svart bonde · b7 svart bonde · d7 svart bonde · e7 svart bonde · f7 svart bonde · g7 svart bonde · h7 svart bonde · c5 svart bonde · e4 vit bonde · a2 vit bonde · b2 vit bonde · c2 vit bonde · d2 vit bonde · e2 vit bonde · f2 vit bonde · g2 vit bonde · h2 vit bonde · a1 vit torn · b1 vit springare · c1 vit löpare · d1 vit drottning · e1 vit kung · f1 vit löpare · g1 vit springare · h1 vit torn | a8 svart torn · b8 svart springare · c8 svart löpare · d8 svart drottning · e8 svart kung · f8 svart löpare · g8 svart springare · h8 svart torn · a7 svart bonde · b7 svart bonde · d7 svart bonde · e7 svart bonde · f7 svart bonde · g7 svart bonde · h7 svart bonde · c5 svart bonde · e4 vit bonde · a2 vit bonde · b2 vit bonde · c2 vit bonde · d2 vit bonde · e2 vit bonde · f2 vit bonde · g2 vit bonde · h2 vit bonde · a1 vit torn · b1 vit springare · c1 vit löpare · d1 vit drottning · e1 vit kung · f1 vit löpare · g1 vit springare · h1 vit torn | a8 svart torn · b8 svart springare · c8 svart löpare · d8 svart drottning · e8 svart kung · f8 svart löpare · g8 svart springare · h8 svart torn · a7 svart bonde · b7 svart bonde · d7 svart bonde · e7 svart bonde · f7 svart bonde · g7 svart bonde · h7 svart bonde · c5 svart bonde · e4 vit bonde · a2 vit bonde · b2 vit bonde · c2 vit bonde · d2 vit bonde · e2 vit bonde · f2 vit bonde · g2 vit bonde · h2 vit bonde · a1 vit torn · b1 vit springare · c1 vit löpare · d1 vit drottning · e1 vit kung · f1 vit löpare · g1 vit springare · h1 vit torn | a8 svart torn · b8 svart springare · c8 svart löpare · d8 svart drottning · e8 svart kung · f8 svart löpare · g8 svart springare · h8 svart torn · a7 svart bonde · b7 svart bonde · d7 svart bonde · e7 svart bonde · f7 svart bonde · g7 svart bonde · h7 svart bonde · c5 svart bonde · e4 vit bonde · a2 vit bonde · b2 vit bonde · c2 vit bonde · d2 vit bonde · e2 vit bonde · f2 vit bonde · g2 vit bonde · h2 vit bonde · a1 vit torn · b1 vit springare · c1 vit löpare · d1 vit drottning · e1 vit kung · f1 vit löpare · g1 vit springare · h1 vit torn | a8 svart torn · b8 svart springare · c8 svart löpare · d8 svart drottning · e8 svart kung · f8 svart löpare · g8 svart springare · h8 svart torn · a7 svart bonde · b7 svart bonde · d7 svart bonde · e7 svart bonde · f7 svart bonde · g7 svart bonde · h7 svart bonde · c5 svart bonde · e4 vit bonde · a2 vit bonde · b2 vit bonde · c2 vit bonde · d2 vit bonde · e2 vit bonde · f2 vit bonde · g2 vit bonde · h2 vit bonde · a1 vit torn · b1 vit springare · c1 vit löpare · d1 vit drottning · e1 vit kung · f1 vit löpare · g1 vit springare · h1 vit torn | 5 |
| 4 | a8 svart torn · b8 svart springare · c8 svart löpare · d8 svart drottning · e8 svart kung · f8 svart löpare · g8 svart springare · h8 svart torn · a7 svart bonde · b7 svart bonde · d7 svart bonde · e7 svart bonde · f7 svart bonde · g7 svart bonde · h7 svart bonde · c5 svart bonde · e4 vit bonde · a2 vit bonde · b2 vit bonde · c2 vit bonde · d2 vit bonde · e2 vit bonde · f2 vit bonde · g2 vit bonde · h2 vit bonde · a1 vit torn · b1 vit springare · c1 vit löpare · d1 vit drottning · e1 vit kung · f1 vit löpare · g1 vit springare · h1 vit torn | a8 svart torn · b8 svart springare · c8 svart löpare · d8 svart drottning · e8 svart kung · f8 svart löpare · g8 svart springare · h8 svart torn · a7 svart bonde · b7 svart bonde · d7 svart bonde · e7 svart bonde · f7 svart bonde · g7 svart bonde · h7 svart bonde · c5 svart bonde · e4 vit bonde · a2 vit bonde · b2 vit bonde · c2 vit bonde · d2 vit bonde · e2 vit bonde · f2 vit bonde · g2 vit bonde · h2 vit bonde · a1 vit torn · b1 vit springare · c1 vit löpare · d1 vit drottning · e1 vit kung · f1 vit löpare · g1 vit springare · h1 vit torn | a8 svart torn · b8 svart springare · c8 svart löpare · d8 svart drottning · e8 svart kung · f8 svart löpare · g8 svart springare · h8 svart torn · a7 svart bonde · b7 svart bonde · d7 svart bonde · e7 svart bonde · f7 svart bonde · g7 svart bonde · h7 svart bonde · c5 svart bonde · e4 vit bonde · a2 vit bonde · b2 vit bonde · c2 vit bonde · d2 vit bonde · e2 vit bonde · f2 vit bonde · g2 vit bonde · h2 vit bonde · a1 vit torn · b1 vit springare · c1 vit löpare · d1 vit drottning · e1 vit kung · f1 vit löpare · g1 vit springare · h1 vit torn | a8 svart torn · b8 svart springare · c8 svart löpare · d8 svart drottning · e8 svart kung · f8 svart löpare · g8 svart springare · h8 svart torn · a7 svart bonde · b7 svart bonde · d7 svart bonde · e7 svart bonde · f7 svart bonde · g7 svart bonde · h7 svart bonde · c5 svart bonde · e4 vit bonde · a2 vit bonde · b2 vit bonde · c2 vit bonde · d2 vit bonde · e2 vit bonde · f2 vit bonde · g2 vit bonde · h2 vit bonde · a1 vit torn · b1 vit springare · c1 vit löpare · d1 vit drottning · e1 vit kung · f1 vit löpare · g1 vit springare · h1 vit torn | a8 svart torn · b8 svart springare · c8 svart löpare · d8 svart drottning · e8 svart kung · f8 svart löpare · g8 svart springare · h8 svart torn · a7 svart bonde · b7 svart bonde · d7 svart bonde · e7 svart bonde · f7 svart bonde · g7 svart bonde · h7 svart bonde · c5 svart bonde · e4 vit bonde · a2 vit bonde · b2 vit bonde · c2 vit bonde · d2 vit bonde · e2 vit bonde · f2 vit bonde · g2 vit bonde · h2 vit bonde · a1 vit torn · b1 vit springare · c1 vit löpare · d1 vit drottning · e1 vit kung · f1 vit löpare · g1 vit springare · h1 vit torn | a8 svart torn · b8 svart springare · c8 svart löpare · d8 svart drottning · e8 svart kung · f8 svart löpare · g8 svart springare · h8 svart torn · a7 svart bonde · b7 svart bonde · d7 svart bonde · e7 svart bonde · f7 svart bonde · g7 svart bonde · h7 svart bonde · c5 svart bonde · e4 vit bonde · a2 vit bonde · b2 vit bonde · c2 vit bonde · d2 vit bonde · e2 vit bonde · f2 vit bonde · g2 vit bonde · h2 vit bonde · a1 vit torn · b1 vit springare · c1 vit löpare · d1 vit drottning · e1 vit kung · f1 vit löpare · g1 vit springare · h1 vit torn | a8 svart torn · b8 svart springare · c8 svart löpare · d8 svart drottning · e8 svart kung · f8 svart löpare · g8 svart springare · h8 svart torn · a7 svart bonde · b7 svart bonde · d7 svart bonde · e7 svart bonde · f7 svart bonde · g7 svart bonde · h7 svart bonde · c5 svart bonde · e4 vit bonde · a2 vit bonde · b2 vit bonde · c2 vit bonde · d2 vit bonde · e2 vit bonde · f2 vit bonde · g2 vit bonde · h2 vit bonde · a1 vit torn · b1 vit springare · c1 vit löpare · d1 vit drottning · e1 vit kung · f1 vit löpare · g1 vit springare · h1 vit torn | a8 svart torn · b8 svart springare · c8 svart löpare · d8 svart drottning · e8 svart kung · f8 svart löpare · g8 svart springare · h8 svart torn · a7 svart bonde · b7 svart bonde · d7 svart bonde · e7 svart bonde · f7 svart bonde · g7 svart bonde · h7 svart bonde · c5 svart bonde · e4 vit bonde · a2 vit bonde · b2 vit bonde · c2 vit bonde · d2 vit bonde · e2 vit bonde · f2 vit bonde · g2 vit bonde · h2 vit bonde · a1 vit torn · b1 vit springare · c1 vit löpare · d1 vit drottning · e1 vit kung · f1 vit löpare · g1 vit springare · h1 vit torn | 4 |
| 3 | a8 svart torn · b8 svart springare · c8 svart löpare · d8 svart drottning · e8 svart kung · f8 svart löpare · g8 svart springare · h8 svart torn · a7 svart bonde · b7 svart bonde · d7 svart bonde · e7 svart bonde · f7 svart bonde · g7 svart bonde · h7 svart bonde · c5 svart bonde · e4 vit bonde · a2 vit bonde · b2 vit bonde · c2 vit bonde · d2 vit bonde · e2 vit bonde · f2 vit bonde · g2 vit bonde · h2 vit bonde · a1 vit torn · b1 vit springare · c1 vit löpare · d1 vit drottning · e1 vit kung · f1 vit löpare · g1 vit springare · h1 vit torn | a8 svart torn · b8 svart springare · c8 svart löpare · d8 svart drottning · e8 svart kung · f8 svart löpare · g8 svart springare · h8 svart torn · a7 svart bonde · b7 svart bonde · d7 svart bonde · e7 svart bonde · f7 svart bonde · g7 svart bonde · h7 svart bonde · c5 svart bonde · e4 vit bonde · a2 vit bonde · b2 vit bonde · c2 vit bonde · d2 vit bonde · e2 vit bonde · f2 vit bonde · g2 vit bonde · h2 vit bonde · a1 vit torn · b1 vit springare · c1 vit löpare · d1 vit drottning · e1 vit kung · f1 vit löpare · g1 vit springare · h1 vit torn | a8 svart torn · b8 svart springare · c8 svart löpare · d8 svart drottning · e8 svart kung · f8 svart löpare · g8 svart springare · h8 svart torn · a7 svart bonde · b7 svart bonde · d7 svart bonde · e7 svart bonde · f7 svart bonde · g7 svart bonde · h7 svart bonde · c5 svart bonde · e4 vit bonde · a2 vit bonde · b2 vit bonde · c2 vit bonde · d2 vit bonde · e2 vit bonde · f2 vit bonde · g2 vit bonde · h2 vit bonde · a1 vit torn · b1 vit springare · c1 vit löpare · d1 vit drottning · e1 vit kung · f1 vit löpare · g1 vit springare · h1 vit torn | a8 svart torn · b8 svart springare · c8 svart löpare · d8 svart drottning · e8 svart kung · f8 svart löpare · g8 svart springare · h8 svart torn · a7 svart bonde · b7 svart bonde · d7 svart bonde · e7 svart bonde · f7 svart bonde · g7 svart bonde · h7 svart bonde · c5 svart bonde · e4 vit bonde · a2 vit bonde · b2 vit bonde · c2 vit bonde · d2 vit bonde · e2 vit bonde · f2 vit bonde · g2 vit bonde · h2 vit bonde · a1 vit torn · b1 vit springare · c1 vit löpare · d1 vit drottning · e1 vit kung · f1 vit löpare · g1 vit springare · h1 vit torn | a8 svart torn · b8 svart springare · c8 svart löpare · d8 svart drottning · e8 svart kung · f8 svart löpare · g8 svart springare · h8 svart torn · a7 svart bonde · b7 svart bonde · d7 svart bonde · e7 svart bonde · f7 svart bonde · g7 svart bonde · h7 svart bonde · c5 svart bonde · e4 vit bonde · a2 vit bonde · b2 vit bonde · c2 vit bonde · d2 vit bonde · e2 vit bonde · f2 vit bonde · g2 vit bonde · h2 vit bonde · a1 vit torn · b1 vit springare · c1 vit löpare · d1 vit drottning · e1 vit kung · f1 vit löpare · g1 vit springare · h1 vit torn | a8 svart torn · b8 svart springare · c8 svart löpare · d8 svart drottning · e8 svart kung · f8 svart löpare · g8 svart springare · h8 svart torn · a7 svart bonde · b7 svart bonde · d7 svart bonde · e7 svart bonde · f7 svart bonde · g7 svart bonde · h7 svart bonde · c5 svart bonde · e4 vit bonde · a2 vit bonde · b2 vit bonde · c2 vit bonde · d2 vit bonde · e2 vit bonde · f2 vit bonde · g2 vit bonde · h2 vit bonde · a1 vit torn · b1 vit springare · c1 vit löpare · d1 vit drottning · e1 vit kung · f1 vit löpare · g1 vit springare · h1 vit torn | a8 svart torn · b8 svart springare · c8 svart löpare · d8 svart drottning · e8 svart kung · f8 svart löpare · g8 svart springare · h8 svart torn · a7 svart bonde · b7 svart bonde · d7 svart bonde · e7 svart bonde · f7 svart bonde · g7 svart bonde · h7 svart bonde · c5 svart bonde · e4 vit bonde · a2 vit bonde · b2 vit bonde · c2 vit bonde · d2 vit bonde · e2 vit bonde · f2 vit bonde · g2 vit bonde · h2 vit bonde · a1 vit torn · b1 vit springare · c1 vit löpare · d1 vit drottning · e1 vit kung · f1 vit löpare · g1 vit springare · h1 vit torn | a8 svart torn · b8 svart springare · c8 svart löpare · d8 svart drottning · e8 svart kung · f8 svart löpare · g8 svart springare · h8 svart torn · a7 svart bonde · b7 svart bonde · d7 svart bonde · e7 svart bonde · f7 svart bonde · g7 svart bonde · h7 svart bonde · c5 svart bonde · e4 vit bonde · a2 vit bonde · b2 vit bonde · c2 vit bonde · d2 vit bonde · e2 vit bonde · f2 vit bonde · g2 vit bonde · h2 vit bonde · a1 vit torn · b1 vit springare · c1 vit löpare · d1 vit drottning · e1 vit kung · f1 vit löpare · g1 vit springare · h1 vit torn | 3 |
| 2 | a8 svart torn · b8 svart springare · c8 svart löpare · d8 svart drottning · e8 svart kung · f8 svart löpare · g8 svart springare · h8 svart torn · a7 svart bonde · b7 svart bonde · d7 svart bonde · e7 svart bonde · f7 svart bonde · g7 svart bonde · h7 svart bonde · c5 svart bonde · e4 vit bonde · a2 vit bonde · b2 vit bonde · c2 vit bonde · d2 vit bonde · e2 vit bonde · f2 vit bonde · g2 vit bonde · h2 vit bonde · a1 vit torn · b1 vit springare · c1 vit löpare · d1 vit drottning · e1 vit kung · f1 vit löpare · g1 vit springare · h1 vit torn | a8 svart torn · b8 svart springare · c8 svart löpare · d8 svart drottning · e8 svart kung · f8 svart löpare · g8 svart springare · h8 svart torn · a7 svart bonde · b7 svart bonde · d7 svart bonde · e7 svart bonde · f7 svart bonde · g7 svart bonde · h7 svart bonde · c5 svart bonde · e4 vit bonde · a2 vit bonde · b2 vit bonde · c2 vit bonde · d2 vit bonde · e2 vit bonde · f2 vit bonde · g2 vit bonde · h2 vit bonde · a1 vit torn · b1 vit springare · c1 vit löpare · d1 vit drottning · e1 vit kung · f1 vit löpare · g1 vit springare · h1 vit torn | a8 svart torn · b8 svart springare · c8 svart löpare · d8 svart drottning · e8 svart kung · f8 svart löpare · g8 svart springare · h8 svart torn · a7 svart bonde · b7 svart bonde · d7 svart bonde · e7 svart bonde · f7 svart bonde · g7 svart bonde · h7 svart bonde · c5 svart bonde · e4 vit bonde · a2 vit bonde · b2 vit bonde · c2 vit bonde · d2 vit bonde · e2 vit bonde · f2 vit bonde · g2 vit bonde · h2 vit bonde · a1 vit torn · b1 vit springare · c1 vit löpare · d1 vit drottning · e1 vit kung · f1 vit löpare · g1 vit springare · h1 vit torn | a8 svart torn · b8 svart springare · c8 svart löpare · d8 svart drottning · e8 svart kung · f8 svart löpare · g8 svart springare · h8 svart torn · a7 svart bonde · b7 svart bonde · d7 svart bonde · e7 svart bonde · f7 svart bonde · g7 svart bonde · h7 svart bonde · c5 svart bonde · e4 vit bonde · a2 vit bonde · b2 vit bonde · c2 vit bonde · d2 vit bonde · e2 vit bonde · f2 vit bonde · g2 vit bonde · h2 vit bonde · a1 vit torn · b1 vit springare · c1 vit löpare · d1 vit drottning · e1 vit kung · f1 vit löpare · g1 vit springare · h1 vit torn | a8 svart torn · b8 svart springare · c8 svart löpare · d8 svart drottning · e8 svart kung · f8 svart löpare · g8 svart springare · h8 svart torn · a7 svart bonde · b7 svart bonde · d7 svart bonde · e7 svart bonde · f7 svart bonde · g7 svart bonde · h7 svart bonde · c5 svart bonde · e4 vit bonde · a2 vit bonde · b2 vit bonde · c2 vit bonde · d2 vit bonde · e2 vit bonde · f2 vit bonde · g2 vit bonde · h2 vit bonde · a1 vit torn · b1 vit springare · c1 vit löpare · d1 vit drottning · e1 vit kung · f1 vit löpare · g1 vit springare · h1 vit torn | a8 svart torn · b8 svart springare · c8 svart löpare · d8 svart drottning · e8 svart kung · f8 svart löpare · g8 svart springare · h8 svart torn · a7 svart bonde · b7 svart bonde · d7 svart bonde · e7 svart bonde · f7 svart bonde · g7 svart bonde · h7 svart bonde · c5 svart bonde · e4 vit bonde · a2 vit bonde · b2 vit bonde · c2 vit bonde · d2 vit bonde · e2 vit bonde · f2 vit bonde · g2 vit bonde · h2 vit bonde · a1 vit torn · b1 vit springare · c1 vit löpare · d1 vit drottning · e1 vit kung · f1 vit löpare · g1 vit springare · h1 vit torn | a8 svart torn · b8 svart springare · c8 svart löpare · d8 svart drottning · e8 svart kung · f8 svart löpare · g8 svart springare · h8 svart torn · a7 svart bonde · b7 svart bonde · d7 svart bonde · e7 svart bonde · f7 svart bonde · g7 svart bonde · h7 svart bonde · c5 svart bonde · e4 vit bonde · a2 vit bonde · b2 vit bonde · c2 vit bonde · d2 vit bonde · e2 vit bonde · f2 vit bonde · g2 vit bonde · h2 vit bonde · a1 vit torn · b1 vit springare · c1 vit löpare · d1 vit drottning · e1 vit kung · f1 vit löpare · g1 vit springare · h1 vit torn | a8 svart torn · b8 svart springare · c8 svart löpare · d8 svart drottning · e8 svart kung · f8 svart löpare · g8 svart springare · h8 svart torn · a7 svart bonde · b7 svart bonde · d7 svart bonde · e7 svart bonde · f7 svart bonde · g7 svart bonde · h7 svart bonde · c5 svart bonde · e4 vit bonde · a2 vit bonde · b2 vit bonde · c2 vit bonde · d2 vit bonde · e2 vit bonde · f2 vit bonde · g2 vit bonde · h2 vit bonde · a1 vit torn · b1 vit springare · c1 vit löpare · d1 vit drottning · e1 vit kung · f1 vit löpare · g1 vit springare · h1 vit torn | 2 |
| 1 | a8 svart torn · b8 svart springare · c8 svart löpare · d8 svart drottning · e8 svart kung · f8 svart löpare · g8 svart springare · h8 svart torn · a7 svart bonde · b7 svart bonde · d7 svart bonde · e7 svart bonde · f7 svart bonde · g7 svart bonde · h7 svart bonde · c5 svart bonde · e4 vit bonde · a2 vit bonde · b2 vit bonde · c2 vit bonde · d2 vit bonde · e2 vit bonde · f2 vit bonde · g2 vit bonde · h2 vit bonde · a1 vit torn · b1 vit springare · c1 vit löpare · d1 vit drottning · e1 vit kung · f1 vit löpare · g1 vit springare · h1 vit torn | a8 svart torn · b8 svart springare · c8 svart löpare · d8 svart drottning · e8 svart kung · f8 svart löpare · g8 svart springare · h8 svart torn · a7 svart bonde · b7 svart bonde · d7 svart bonde · e7 svart bonde · f7 svart bonde · g7 svart bonde · h7 svart bonde · c5 svart bonde · e4 vit bonde · a2 vit bonde · b2 vit bonde · c2 vit bonde · d2 vit bonde · e2 vit bonde · f2 vit bonde · g2 vit bonde · h2 vit bonde · a1 vit torn · b1 vit springare · c1 vit löpare · d1 vit drottning · e1 vit kung · f1 vit löpare · g1 vit springare · h1 vit torn | a8 svart torn · b8 svart springare · c8 svart löpare · d8 svart drottning · e8 svart kung · f8 svart löpare · g8 svart springare · h8 svart torn · a7 svart bonde · b7 svart bonde · d7 svart bonde · e7 svart bonde · f7 svart bonde · g7 svart bonde · h7 svart bonde · c5 svart bonde · e4 vit bonde · a2 vit bonde · b2 vit bonde · c2 vit bonde · d2 vit bonde · e2 vit bonde · f2 vit bonde · g2 vit bonde · h2 vit bonde · a1 vit torn · b1 vit springare · c1 vit löpare · d1 vit drottning · e1 vit kung · f1 vit löpare · g1 vit springare · h1 vit torn | a8 svart torn · b8 svart springare · c8 svart löpare · d8 svart drottning · e8 svart kung · f8 svart löpare · g8 svart springare · h8 svart torn · a7 svart bonde · b7 svart bonde · d7 svart bonde · e7 svart bonde · f7 svart bonde · g7 svart bonde · h7 svart bonde · c5 svart bonde · e4 vit bonde · a2 vit bonde · b2 vit bonde · c2 vit bonde · d2 vit bonde · e2 vit bonde · f2 vit bonde · g2 vit bonde · h2 vit bonde · a1 vit torn · b1 vit springare · c1 vit löpare · d1 vit drottning · e1 vit kung · f1 vit löpare · g1 vit springare · h1 vit torn | a8 svart torn · b8 svart springare · c8 svart löpare · d8 svart drottning · e8 svart kung · f8 svart löpare · g8 svart springare · h8 svart torn · a7 svart bonde · b7 svart bonde · d7 svart bonde · e7 svart bonde · f7 svart bonde · g7 svart bonde · h7 svart bonde · c5 svart bonde · e4 vit bonde · a2 vit bonde · b2 vit bonde · c2 vit bonde · d2 vit bonde · e2 vit bonde · f2 vit bonde · g2 vit bonde · h2 vit bonde · a1 vit torn · b1 vit springare · c1 vit löpare · d1 vit drottning · e1 vit kung · f1 vit löpare · g1 vit springare · h1 vit torn | a8 svart torn · b8 svart springare · c8 svart löpare · d8 svart drottning · e8 svart kung · f8 svart löpare · g8 svart springare · h8 svart torn · a7 svart bonde · b7 svart bonde · d7 svart bonde · e7 svart bonde · f7 svart bonde · g7 svart bonde · h7 svart bonde · c5 svart bonde · e4 vit bonde · a2 vit bonde · b2 vit bonde · c2 vit bonde · d2 vit bonde · e2 vit bonde · f2 vit bonde · g2 vit bonde · h2 vit bonde · a1 vit torn · b1 vit springare · c1 vit löpare · d1 vit drottning · e1 vit kung · f1 vit löpare · g1 vit springare · h1 vit torn | a8 svart torn · b8 svart springare · c8 svart löpare · d8 svart drottning · e8 svart kung · f8 svart löpare · g8 svart springare · h8 svart torn · a7 svart bonde · b7 svart bonde · d7 svart bonde · e7 svart bonde · f7 svart bonde · g7 svart bonde · h7 svart bonde · c5 svart bonde · e4 vit bonde · a2 vit bonde · b2 vit bonde · c2 vit bonde · d2 vit bonde · e2 vit bonde · f2 vit bonde · g2 vit bonde · h2 vit bonde · a1 vit torn · b1 vit springare · c1 vit löpare · d1 vit drottning · e1 vit kung · f1 vit löpare · g1 vit springare · h1 vit torn | a8 svart torn · b8 svart springare · c8 svart löpare · d8 svart drottning · e8 svart kung · f8 svart löpare · g8 svart springare · h8 svart torn · a7 svart bonde · b7 svart bonde · d7 svart bonde · e7 svart bonde · f7 svart bonde · g7 svart bonde · h7 svart bonde · c5 svart bonde · e4 vit bonde · a2 vit bonde · b2 vit bonde · c2 vit bonde · d2 vit bonde · e2 vit bonde · f2 vit bonde · g2 vit bonde · h2 vit bonde · a1 vit torn · b1 vit springare · c1 vit löpare · d1 vit drottning · e1 vit kung · f1 vit löpare · g1 vit springare · h1 vit torn | 1 |
|   | a | b | c | d | e | f | g | h |   |

B20 Sicilianskt försvar
1.e4 c5
B21 Sicilianskt, 2.f4 och 2.d4
1.e4 c5 2.f4
B22 Sicilianskt, Alapinvarianten
1.e4 c5 2.c3
B23 Slutet sicilianskt
1.e4 c5 2.Sc3
B24 Slutet sicilianskt
1.e4 c5 2.Sc3 Sc6 3.g3
B2 Slutet sicilianskt
1.e4 c5 2.Sc3 Sc6 3.g3 g6 4.Lg2 Lg7 5.d3 d6
B26 Slutet sicilianskt 6.Le3
1.e4 c5 2.Sc3 Sc6 3.g3 g6 4.Lg2 Lg7 5.d3 d6 6 Le3
B27 Sicilianskt
1.e4 c5 2.Sf3
B28 Sicilianskt, O'Kellyvarianten
1.e4 c5 2.Sf3 a6
B29 Sicilianskt, Nimzowitschvarianten
1.e4 c5 2.Sf3 Sf6
|   | a | b | c | d | e | f | g | h |   |
| 8 | a8 svart torn · c8 svart löpare · d8 svart drottning · e8 svart kung · f8 svart löpare · g8 svart springare · h8 svart torn · a7 svart bonde · b7 svart bonde · d7 svart bonde · e7 svart bonde · f7 svart bonde · g7 svart bonde · h7 svart bonde · c6 svart springare · c5 svart bonde · e4 vit bonde · f3 vit springare · a2 vit bonde · b2 vit bonde · c2 vit bonde · d2 vit bonde · f2 vit bonde · g2 vit bonde · h2 vit bonde · a1 vit torn · b1 vit springare · c1 vit löpare · d1 vit drottning · e1 vit kung · f1 vit löpare · h1 vit torn | a8 svart torn · c8 svart löpare · d8 svart drottning · e8 svart kung · f8 svart löpare · g8 svart springare · h8 svart torn · a7 svart bonde · b7 svart bonde · d7 svart bonde · e7 svart bonde · f7 svart bonde · g7 svart bonde · h7 svart bonde · c6 svart springare · c5 svart bonde · e4 vit bonde · f3 vit springare · a2 vit bonde · b2 vit bonde · c2 vit bonde · d2 vit bonde · f2 vit bonde · g2 vit bonde · h2 vit bonde · a1 vit torn · b1 vit springare · c1 vit löpare · d1 vit drottning · e1 vit kung · f1 vit löpare · h1 vit torn | a8 svart torn · c8 svart löpare · d8 svart drottning · e8 svart kung · f8 svart löpare · g8 svart springare · h8 svart torn · a7 svart bonde · b7 svart bonde · d7 svart bonde · e7 svart bonde · f7 svart bonde · g7 svart bonde · h7 svart bonde · c6 svart springare · c5 svart bonde · e4 vit bonde · f3 vit springare · a2 vit bonde · b2 vit bonde · c2 vit bonde · d2 vit bonde · f2 vit bonde · g2 vit bonde · h2 vit bonde · a1 vit torn · b1 vit springare · c1 vit löpare · d1 vit drottning · e1 vit kung · f1 vit löpare · h1 vit torn | a8 svart torn · c8 svart löpare · d8 svart drottning · e8 svart kung · f8 svart löpare · g8 svart springare · h8 svart torn · a7 svart bonde · b7 svart bonde · d7 svart bonde · e7 svart bonde · f7 svart bonde · g7 svart bonde · h7 svart bonde · c6 svart springare · c5 svart bonde · e4 vit bonde · f3 vit springare · a2 vit bonde · b2 vit bonde · c2 vit bonde · d2 vit bonde · f2 vit bonde · g2 vit bonde · h2 vit bonde · a1 vit torn · b1 vit springare · c1 vit löpare · d1 vit drottning · e1 vit kung · f1 vit löpare · h1 vit torn | a8 svart torn · c8 svart löpare · d8 svart drottning · e8 svart kung · f8 svart löpare · g8 svart springare · h8 svart torn · a7 svart bonde · b7 svart bonde · d7 svart bonde · e7 svart bonde · f7 svart bonde · g7 svart bonde · h7 svart bonde · c6 svart springare · c5 svart bonde · e4 vit bonde · f3 vit springare · a2 vit bonde · b2 vit bonde · c2 vit bonde · d2 vit bonde · f2 vit bonde · g2 vit bonde · h2 vit bonde · a1 vit torn · b1 vit springare · c1 vit löpare · d1 vit drottning · e1 vit kung · f1 vit löpare · h1 vit torn | a8 svart torn · c8 svart löpare · d8 svart drottning · e8 svart kung · f8 svart löpare · g8 svart springare · h8 svart torn · a7 svart bonde · b7 svart bonde · d7 svart bonde · e7 svart bonde · f7 svart bonde · g7 svart bonde · h7 svart bonde · c6 svart springare · c5 svart bonde · e4 vit bonde · f3 vit springare · a2 vit bonde · b2 vit bonde · c2 vit bonde · d2 vit bonde · f2 vit bonde · g2 vit bonde · h2 vit bonde · a1 vit torn · b1 vit springare · c1 vit löpare · d1 vit drottning · e1 vit kung · f1 vit löpare · h1 vit torn | a8 svart torn · c8 svart löpare · d8 svart drottning · e8 svart kung · f8 svart löpare · g8 svart springare · h8 svart torn · a7 svart bonde · b7 svart bonde · d7 svart bonde · e7 svart bonde · f7 svart bonde · g7 svart bonde · h7 svart bonde · c6 svart springare · c5 svart bonde · e4 vit bonde · f3 vit springare · a2 vit bonde · b2 vit bonde · c2 vit bonde · d2 vit bonde · f2 vit bonde · g2 vit bonde · h2 vit bonde · a1 vit torn · b1 vit springare · c1 vit löpare · d1 vit drottning · e1 vit kung · f1 vit löpare · h1 vit torn | a8 svart torn · c8 svart löpare · d8 svart drottning · e8 svart kung · f8 svart löpare · g8 svart springare · h8 svart torn · a7 svart bonde · b7 svart bonde · d7 svart bonde · e7 svart bonde · f7 svart bonde · g7 svart bonde · h7 svart bonde · c6 svart springare · c5 svart bonde · e4 vit bonde · f3 vit springare · a2 vit bonde · b2 vit bonde · c2 vit bonde · d2 vit bonde · f2 vit bonde · g2 vit bonde · h2 vit bonde · a1 vit torn · b1 vit springare · c1 vit löpare · d1 vit drottning · e1 vit kung · f1 vit löpare · h1 vit torn | 8 |
| 7 | a8 svart torn · c8 svart löpare · d8 svart drottning · e8 svart kung · f8 svart löpare · g8 svart springare · h8 svart torn · a7 svart bonde · b7 svart bonde · d7 svart bonde · e7 svart bonde · f7 svart bonde · g7 svart bonde · h7 svart bonde · c6 svart springare · c5 svart bonde · e4 vit bonde · f3 vit springare · a2 vit bonde · b2 vit bonde · c2 vit bonde · d2 vit bonde · f2 vit bonde · g2 vit bonde · h2 vit bonde · a1 vit torn · b1 vit springare · c1 vit löpare · d1 vit drottning · e1 vit kung · f1 vit löpare · h1 vit torn | a8 svart torn · c8 svart löpare · d8 svart drottning · e8 svart kung · f8 svart löpare · g8 svart springare · h8 svart torn · a7 svart bonde · b7 svart bonde · d7 svart bonde · e7 svart bonde · f7 svart bonde · g7 svart bonde · h7 svart bonde · c6 svart springare · c5 svart bonde · e4 vit bonde · f3 vit springare · a2 vit bonde · b2 vit bonde · c2 vit bonde · d2 vit bonde · f2 vit bonde · g2 vit bonde · h2 vit bonde · a1 vit torn · b1 vit springare · c1 vit löpare · d1 vit drottning · e1 vit kung · f1 vit löpare · h1 vit torn | a8 svart torn · c8 svart löpare · d8 svart drottning · e8 svart kung · f8 svart löpare · g8 svart springare · h8 svart torn · a7 svart bonde · b7 svart bonde · d7 svart bonde · e7 svart bonde · f7 svart bonde · g7 svart bonde · h7 svart bonde · c6 svart springare · c5 svart bonde · e4 vit bonde · f3 vit springare · a2 vit bonde · b2 vit bonde · c2 vit bonde · d2 vit bonde · f2 vit bonde · g2 vit bonde · h2 vit bonde · a1 vit torn · b1 vit springare · c1 vit löpare · d1 vit drottning · e1 vit kung · f1 vit löpare · h1 vit torn | a8 svart torn · c8 svart löpare · d8 svart drottning · e8 svart kung · f8 svart löpare · g8 svart springare · h8 svart torn · a7 svart bonde · b7 svart bonde · d7 svart bonde · e7 svart bonde · f7 svart bonde · g7 svart bonde · h7 svart bonde · c6 svart springare · c5 svart bonde · e4 vit bonde · f3 vit springare · a2 vit bonde · b2 vit bonde · c2 vit bonde · d2 vit bonde · f2 vit bonde · g2 vit bonde · h2 vit bonde · a1 vit torn · b1 vit springare · c1 vit löpare · d1 vit drottning · e1 vit kung · f1 vit löpare · h1 vit torn | a8 svart torn · c8 svart löpare · d8 svart drottning · e8 svart kung · f8 svart löpare · g8 svart springare · h8 svart torn · a7 svart bonde · b7 svart bonde · d7 svart bonde · e7 svart bonde · f7 svart bonde · g7 svart bonde · h7 svart bonde · c6 svart springare · c5 svart bonde · e4 vit bonde · f3 vit springare · a2 vit bonde · b2 vit bonde · c2 vit bonde · d2 vit bonde · f2 vit bonde · g2 vit bonde · h2 vit bonde · a1 vit torn · b1 vit springare · c1 vit löpare · d1 vit drottning · e1 vit kung · f1 vit löpare · h1 vit torn | a8 svart torn · c8 svart löpare · d8 svart drottning · e8 svart kung · f8 svart löpare · g8 svart springare · h8 svart torn · a7 svart bonde · b7 svart bonde · d7 svart bonde · e7 svart bonde · f7 svart bonde · g7 svart bonde · h7 svart bonde · c6 svart springare · c5 svart bonde · e4 vit bonde · f3 vit springare · a2 vit bonde · b2 vit bonde · c2 vit bonde · d2 vit bonde · f2 vit bonde · g2 vit bonde · h2 vit bonde · a1 vit torn · b1 vit springare · c1 vit löpare · d1 vit drottning · e1 vit kung · f1 vit löpare · h1 vit torn | a8 svart torn · c8 svart löpare · d8 svart drottning · e8 svart kung · f8 svart löpare · g8 svart springare · h8 svart torn · a7 svart bonde · b7 svart bonde · d7 svart bonde · e7 svart bonde · f7 svart bonde · g7 svart bonde · h7 svart bonde · c6 svart springare · c5 svart bonde · e4 vit bonde · f3 vit springare · a2 vit bonde · b2 vit bonde · c2 vit bonde · d2 vit bonde · f2 vit bonde · g2 vit bonde · h2 vit bonde · a1 vit torn · b1 vit springare · c1 vit löpare · d1 vit drottning · e1 vit kung · f1 vit löpare · h1 vit torn | a8 svart torn · c8 svart löpare · d8 svart drottning · e8 svart kung · f8 svart löpare · g8 svart springare · h8 svart torn · a7 svart bonde · b7 svart bonde · d7 svart bonde · e7 svart bonde · f7 svart bonde · g7 svart bonde · h7 svart bonde · c6 svart springare · c5 svart bonde · e4 vit bonde · f3 vit springare · a2 vit bonde · b2 vit bonde · c2 vit bonde · d2 vit bonde · f2 vit bonde · g2 vit bonde · h2 vit bonde · a1 vit torn · b1 vit springare · c1 vit löpare · d1 vit drottning · e1 vit kung · f1 vit löpare · h1 vit torn | 7 |
| 6 | a8 svart torn · c8 svart löpare · d8 svart drottning · e8 svart kung · f8 svart löpare · g8 svart springare · h8 svart torn · a7 svart bonde · b7 svart bonde · d7 svart bonde · e7 svart bonde · f7 svart bonde · g7 svart bonde · h7 svart bonde · c6 svart springare · c5 svart bonde · e4 vit bonde · f3 vit springare · a2 vit bonde · b2 vit bonde · c2 vit bonde · d2 vit bonde · f2 vit bonde · g2 vit bonde · h2 vit bonde · a1 vit torn · b1 vit springare · c1 vit löpare · d1 vit drottning · e1 vit kung · f1 vit löpare · h1 vit torn | a8 svart torn · c8 svart löpare · d8 svart drottning · e8 svart kung · f8 svart löpare · g8 svart springare · h8 svart torn · a7 svart bonde · b7 svart bonde · d7 svart bonde · e7 svart bonde · f7 svart bonde · g7 svart bonde · h7 svart bonde · c6 svart springare · c5 svart bonde · e4 vit bonde · f3 vit springare · a2 vit bonde · b2 vit bonde · c2 vit bonde · d2 vit bonde · f2 vit bonde · g2 vit bonde · h2 vit bonde · a1 vit torn · b1 vit springare · c1 vit löpare · d1 vit drottning · e1 vit kung · f1 vit löpare · h1 vit torn | a8 svart torn · c8 svart löpare · d8 svart drottning · e8 svart kung · f8 svart löpare · g8 svart springare · h8 svart torn · a7 svart bonde · b7 svart bonde · d7 svart bonde · e7 svart bonde · f7 svart bonde · g7 svart bonde · h7 svart bonde · c6 svart springare · c5 svart bonde · e4 vit bonde · f3 vit springare · a2 vit bonde · b2 vit bonde · c2 vit bonde · d2 vit bonde · f2 vit bonde · g2 vit bonde · h2 vit bonde · a1 vit torn · b1 vit springare · c1 vit löpare · d1 vit drottning · e1 vit kung · f1 vit löpare · h1 vit torn | a8 svart torn · c8 svart löpare · d8 svart drottning · e8 svart kung · f8 svart löpare · g8 svart springare · h8 svart torn · a7 svart bonde · b7 svart bonde · d7 svart bonde · e7 svart bonde · f7 svart bonde · g7 svart bonde · h7 svart bonde · c6 svart springare · c5 svart bonde · e4 vit bonde · f3 vit springare · a2 vit bonde · b2 vit bonde · c2 vit bonde · d2 vit bonde · f2 vit bonde · g2 vit bonde · h2 vit bonde · a1 vit torn · b1 vit springare · c1 vit löpare · d1 vit drottning · e1 vit kung · f1 vit löpare · h1 vit torn | a8 svart torn · c8 svart löpare · d8 svart drottning · e8 svart kung · f8 svart löpare · g8 svart springare · h8 svart torn · a7 svart bonde · b7 svart bonde · d7 svart bonde · e7 svart bonde · f7 svart bonde · g7 svart bonde · h7 svart bonde · c6 svart springare · c5 svart bonde · e4 vit bonde · f3 vit springare · a2 vit bonde · b2 vit bonde · c2 vit bonde · d2 vit bonde · f2 vit bonde · g2 vit bonde · h2 vit bonde · a1 vit torn · b1 vit springare · c1 vit löpare · d1 vit drottning · e1 vit kung · f1 vit löpare · h1 vit torn | a8 svart torn · c8 svart löpare · d8 svart drottning · e8 svart kung · f8 svart löpare · g8 svart springare · h8 svart torn · a7 svart bonde · b7 svart bonde · d7 svart bonde · e7 svart bonde · f7 svart bonde · g7 svart bonde · h7 svart bonde · c6 svart springare · c5 svart bonde · e4 vit bonde · f3 vit springare · a2 vit bonde · b2 vit bonde · c2 vit bonde · d2 vit bonde · f2 vit bonde · g2 vit bonde · h2 vit bonde · a1 vit torn · b1 vit springare · c1 vit löpare · d1 vit drottning · e1 vit kung · f1 vit löpare · h1 vit torn | a8 svart torn · c8 svart löpare · d8 svart drottning · e8 svart kung · f8 svart löpare · g8 svart springare · h8 svart torn · a7 svart bonde · b7 svart bonde · d7 svart bonde · e7 svart bonde · f7 svart bonde · g7 svart bonde · h7 svart bonde · c6 svart springare · c5 svart bonde · e4 vit bonde · f3 vit springare · a2 vit bonde · b2 vit bonde · c2 vit bonde · d2 vit bonde · f2 vit bonde · g2 vit bonde · h2 vit bonde · a1 vit torn · b1 vit springare · c1 vit löpare · d1 vit drottning · e1 vit kung · f1 vit löpare · h1 vit torn | a8 svart torn · c8 svart löpare · d8 svart drottning · e8 svart kung · f8 svart löpare · g8 svart springare · h8 svart torn · a7 svart bonde · b7 svart bonde · d7 svart bonde · e7 svart bonde · f7 svart bonde · g7 svart bonde · h7 svart bonde · c6 svart springare · c5 svart bonde · e4 vit bonde · f3 vit springare · a2 vit bonde · b2 vit bonde · c2 vit bonde · d2 vit bonde · f2 vit bonde · g2 vit bonde · h2 vit bonde · a1 vit torn · b1 vit springare · c1 vit löpare · d1 vit drottning · e1 vit kung · f1 vit löpare · h1 vit torn | 6 |
| 5 | a8 svart torn · c8 svart löpare · d8 svart drottning · e8 svart kung · f8 svart löpare · g8 svart springare · h8 svart torn · a7 svart bonde · b7 svart bonde · d7 svart bonde · e7 svart bonde · f7 svart bonde · g7 svart bonde · h7 svart bonde · c6 svart springare · c5 svart bonde · e4 vit bonde · f3 vit springare · a2 vit bonde · b2 vit bonde · c2 vit bonde · d2 vit bonde · f2 vit bonde · g2 vit bonde · h2 vit bonde · a1 vit torn · b1 vit springare · c1 vit löpare · d1 vit drottning · e1 vit kung · f1 vit löpare · h1 vit torn | a8 svart torn · c8 svart löpare · d8 svart drottning · e8 svart kung · f8 svart löpare · g8 svart springare · h8 svart torn · a7 svart bonde · b7 svart bonde · d7 svart bonde · e7 svart bonde · f7 svart bonde · g7 svart bonde · h7 svart bonde · c6 svart springare · c5 svart bonde · e4 vit bonde · f3 vit springare · a2 vit bonde · b2 vit bonde · c2 vit bonde · d2 vit bonde · f2 vit bonde · g2 vit bonde · h2 vit bonde · a1 vit torn · b1 vit springare · c1 vit löpare · d1 vit drottning · e1 vit kung · f1 vit löpare · h1 vit torn | a8 svart torn · c8 svart löpare · d8 svart drottning · e8 svart kung · f8 svart löpare · g8 svart springare · h8 svart torn · a7 svart bonde · b7 svart bonde · d7 svart bonde · e7 svart bonde · f7 svart bonde · g7 svart bonde · h7 svart bonde · c6 svart springare · c5 svart bonde · e4 vit bonde · f3 vit springare · a2 vit bonde · b2 vit bonde · c2 vit bonde · d2 vit bonde · f2 vit bonde · g2 vit bonde · h2 vit bonde · a1 vit torn · b1 vit springare · c1 vit löpare · d1 vit drottning · e1 vit kung · f1 vit löpare · h1 vit torn | a8 svart torn · c8 svart löpare · d8 svart drottning · e8 svart kung · f8 svart löpare · g8 svart springare · h8 svart torn · a7 svart bonde · b7 svart bonde · d7 svart bonde · e7 svart bonde · f7 svart bonde · g7 svart bonde · h7 svart bonde · c6 svart springare · c5 svart bonde · e4 vit bonde · f3 vit springare · a2 vit bonde · b2 vit bonde · c2 vit bonde · d2 vit bonde · f2 vit bonde · g2 vit bonde · h2 vit bonde · a1 vit torn · b1 vit springare · c1 vit löpare · d1 vit drottning · e1 vit kung · f1 vit löpare · h1 vit torn | a8 svart torn · c8 svart löpare · d8 svart drottning · e8 svart kung · f8 svart löpare · g8 svart springare · h8 svart torn · a7 svart bonde · b7 svart bonde · d7 svart bonde · e7 svart bonde · f7 svart bonde · g7 svart bonde · h7 svart bonde · c6 svart springare · c5 svart bonde · e4 vit bonde · f3 vit springare · a2 vit bonde · b2 vit bonde · c2 vit bonde · d2 vit bonde · f2 vit bonde · g2 vit bonde · h2 vit bonde · a1 vit torn · b1 vit springare · c1 vit löpare · d1 vit drottning · e1 vit kung · f1 vit löpare · h1 vit torn | a8 svart torn · c8 svart löpare · d8 svart drottning · e8 svart kung · f8 svart löpare · g8 svart springare · h8 svart torn · a7 svart bonde · b7 svart bonde · d7 svart bonde · e7 svart bonde · f7 svart bonde · g7 svart bonde · h7 svart bonde · c6 svart springare · c5 svart bonde · e4 vit bonde · f3 vit springare · a2 vit bonde · b2 vit bonde · c2 vit bonde · d2 vit bonde · f2 vit bonde · g2 vit bonde · h2 vit bonde · a1 vit torn · b1 vit springare · c1 vit löpare · d1 vit drottning · e1 vit kung · f1 vit löpare · h1 vit torn | a8 svart torn · c8 svart löpare · d8 svart drottning · e8 svart kung · f8 svart löpare · g8 svart springare · h8 svart torn · a7 svart bonde · b7 svart bonde · d7 svart bonde · e7 svart bonde · f7 svart bonde · g7 svart bonde · h7 svart bonde · c6 svart springare · c5 svart bonde · e4 vit bonde · f3 vit springare · a2 vit bonde · b2 vit bonde · c2 vit bonde · d2 vit bonde · f2 vit bonde · g2 vit bonde · h2 vit bonde · a1 vit torn · b1 vit springare · c1 vit löpare · d1 vit drottning · e1 vit kung · f1 vit löpare · h1 vit torn | a8 svart torn · c8 svart löpare · d8 svart drottning · e8 svart kung · f8 svart löpare · g8 svart springare · h8 svart torn · a7 svart bonde · b7 svart bonde · d7 svart bonde · e7 svart bonde · f7 svart bonde · g7 svart bonde · h7 svart bonde · c6 svart springare · c5 svart bonde · e4 vit bonde · f3 vit springare · a2 vit bonde · b2 vit bonde · c2 vit bonde · d2 vit bonde · f2 vit bonde · g2 vit bonde · h2 vit bonde · a1 vit torn · b1 vit springare · c1 vit löpare · d1 vit drottning · e1 vit kung · f1 vit löpare · h1 vit torn | 5 |
| 4 | a8 svart torn · c8 svart löpare · d8 svart drottning · e8 svart kung · f8 svart löpare · g8 svart springare · h8 svart torn · a7 svart bonde · b7 svart bonde · d7 svart bonde · e7 svart bonde · f7 svart bonde · g7 svart bonde · h7 svart bonde · c6 svart springare · c5 svart bonde · e4 vit bonde · f3 vit springare · a2 vit bonde · b2 vit bonde · c2 vit bonde · d2 vit bonde · f2 vit bonde · g2 vit bonde · h2 vit bonde · a1 vit torn · b1 vit springare · c1 vit löpare · d1 vit drottning · e1 vit kung · f1 vit löpare · h1 vit torn | a8 svart torn · c8 svart löpare · d8 svart drottning · e8 svart kung · f8 svart löpare · g8 svart springare · h8 svart torn · a7 svart bonde · b7 svart bonde · d7 svart bonde · e7 svart bonde · f7 svart bonde · g7 svart bonde · h7 svart bonde · c6 svart springare · c5 svart bonde · e4 vit bonde · f3 vit springare · a2 vit bonde · b2 vit bonde · c2 vit bonde · d2 vit bonde · f2 vit bonde · g2 vit bonde · h2 vit bonde · a1 vit torn · b1 vit springare · c1 vit löpare · d1 vit drottning · e1 vit kung · f1 vit löpare · h1 vit torn | a8 svart torn · c8 svart löpare · d8 svart drottning · e8 svart kung · f8 svart löpare · g8 svart springare · h8 svart torn · a7 svart bonde · b7 svart bonde · d7 svart bonde · e7 svart bonde · f7 svart bonde · g7 svart bonde · h7 svart bonde · c6 svart springare · c5 svart bonde · e4 vit bonde · f3 vit springare · a2 vit bonde · b2 vit bonde · c2 vit bonde · d2 vit bonde · f2 vit bonde · g2 vit bonde · h2 vit bonde · a1 vit torn · b1 vit springare · c1 vit löpare · d1 vit drottning · e1 vit kung · f1 vit löpare · h1 vit torn | a8 svart torn · c8 svart löpare · d8 svart drottning · e8 svart kung · f8 svart löpare · g8 svart springare · h8 svart torn · a7 svart bonde · b7 svart bonde · d7 svart bonde · e7 svart bonde · f7 svart bonde · g7 svart bonde · h7 svart bonde · c6 svart springare · c5 svart bonde · e4 vit bonde · f3 vit springare · a2 vit bonde · b2 vit bonde · c2 vit bonde · d2 vit bonde · f2 vit bonde · g2 vit bonde · h2 vit bonde · a1 vit torn · b1 vit springare · c1 vit löpare · d1 vit drottning · e1 vit kung · f1 vit löpare · h1 vit torn | a8 svart torn · c8 svart löpare · d8 svart drottning · e8 svart kung · f8 svart löpare · g8 svart springare · h8 svart torn · a7 svart bonde · b7 svart bonde · d7 svart bonde · e7 svart bonde · f7 svart bonde · g7 svart bonde · h7 svart bonde · c6 svart springare · c5 svart bonde · e4 vit bonde · f3 vit springare · a2 vit bonde · b2 vit bonde · c2 vit bonde · d2 vit bonde · f2 vit bonde · g2 vit bonde · h2 vit bonde · a1 vit torn · b1 vit springare · c1 vit löpare · d1 vit drottning · e1 vit kung · f1 vit löpare · h1 vit torn | a8 svart torn · c8 svart löpare · d8 svart drottning · e8 svart kung · f8 svart löpare · g8 svart springare · h8 svart torn · a7 svart bonde · b7 svart bonde · d7 svart bonde · e7 svart bonde · f7 svart bonde · g7 svart bonde · h7 svart bonde · c6 svart springare · c5 svart bonde · e4 vit bonde · f3 vit springare · a2 vit bonde · b2 vit bonde · c2 vit bonde · d2 vit bonde · f2 vit bonde · g2 vit bonde · h2 vit bonde · a1 vit torn · b1 vit springare · c1 vit löpare · d1 vit drottning · e1 vit kung · f1 vit löpare · h1 vit torn | a8 svart torn · c8 svart löpare · d8 svart drottning · e8 svart kung · f8 svart löpare · g8 svart springare · h8 svart torn · a7 svart bonde · b7 svart bonde · d7 svart bonde · e7 svart bonde · f7 svart bonde · g7 svart bonde · h7 svart bonde · c6 svart springare · c5 svart bonde · e4 vit bonde · f3 vit springare · a2 vit bonde · b2 vit bonde · c2 vit bonde · d2 vit bonde · f2 vit bonde · g2 vit bonde · h2 vit bonde · a1 vit torn · b1 vit springare · c1 vit löpare · d1 vit drottning · e1 vit kung · f1 vit löpare · h1 vit torn | a8 svart torn · c8 svart löpare · d8 svart drottning · e8 svart kung · f8 svart löpare · g8 svart springare · h8 svart torn · a7 svart bonde · b7 svart bonde · d7 svart bonde · e7 svart bonde · f7 svart bonde · g7 svart bonde · h7 svart bonde · c6 svart springare · c5 svart bonde · e4 vit bonde · f3 vit springare · a2 vit bonde · b2 vit bonde · c2 vit bonde · d2 vit bonde · f2 vit bonde · g2 vit bonde · h2 vit bonde · a1 vit torn · b1 vit springare · c1 vit löpare · d1 vit drottning · e1 vit kung · f1 vit löpare · h1 vit torn | 4 |
| 3 | a8 svart torn · c8 svart löpare · d8 svart drottning · e8 svart kung · f8 svart löpare · g8 svart springare · h8 svart torn · a7 svart bonde · b7 svart bonde · d7 svart bonde · e7 svart bonde · f7 svart bonde · g7 svart bonde · h7 svart bonde · c6 svart springare · c5 svart bonde · e4 vit bonde · f3 vit springare · a2 vit bonde · b2 vit bonde · c2 vit bonde · d2 vit bonde · f2 vit bonde · g2 vit bonde · h2 vit bonde · a1 vit torn · b1 vit springare · c1 vit löpare · d1 vit drottning · e1 vit kung · f1 vit löpare · h1 vit torn | a8 svart torn · c8 svart löpare · d8 svart drottning · e8 svart kung · f8 svart löpare · g8 svart springare · h8 svart torn · a7 svart bonde · b7 svart bonde · d7 svart bonde · e7 svart bonde · f7 svart bonde · g7 svart bonde · h7 svart bonde · c6 svart springare · c5 svart bonde · e4 vit bonde · f3 vit springare · a2 vit bonde · b2 vit bonde · c2 vit bonde · d2 vit bonde · f2 vit bonde · g2 vit bonde · h2 vit bonde · a1 vit torn · b1 vit springare · c1 vit löpare · d1 vit drottning · e1 vit kung · f1 vit löpare · h1 vit torn | a8 svart torn · c8 svart löpare · d8 svart drottning · e8 svart kung · f8 svart löpare · g8 svart springare · h8 svart torn · a7 svart bonde · b7 svart bonde · d7 svart bonde · e7 svart bonde · f7 svart bonde · g7 svart bonde · h7 svart bonde · c6 svart springare · c5 svart bonde · e4 vit bonde · f3 vit springare · a2 vit bonde · b2 vit bonde · c2 vit bonde · d2 vit bonde · f2 vit bonde · g2 vit bonde · h2 vit bonde · a1 vit torn · b1 vit springare · c1 vit löpare · d1 vit drottning · e1 vit kung · f1 vit löpare · h1 vit torn | a8 svart torn · c8 svart löpare · d8 svart drottning · e8 svart kung · f8 svart löpare · g8 svart springare · h8 svart torn · a7 svart bonde · b7 svart bonde · d7 svart bonde · e7 svart bonde · f7 svart bonde · g7 svart bonde · h7 svart bonde · c6 svart springare · c5 svart bonde · e4 vit bonde · f3 vit springare · a2 vit bonde · b2 vit bonde · c2 vit bonde · d2 vit bonde · f2 vit bonde · g2 vit bonde · h2 vit bonde · a1 vit torn · b1 vit springare · c1 vit löpare · d1 vit drottning · e1 vit kung · f1 vit löpare · h1 vit torn | a8 svart torn · c8 svart löpare · d8 svart drottning · e8 svart kung · f8 svart löpare · g8 svart springare · h8 svart torn · a7 svart bonde · b7 svart bonde · d7 svart bonde · e7 svart bonde · f7 svart bonde · g7 svart bonde · h7 svart bonde · c6 svart springare · c5 svart bonde · e4 vit bonde · f3 vit springare · a2 vit bonde · b2 vit bonde · c2 vit bonde · d2 vit bonde · f2 vit bonde · g2 vit bonde · h2 vit bonde · a1 vit torn · b1 vit springare · c1 vit löpare · d1 vit drottning · e1 vit kung · f1 vit löpare · h1 vit torn | a8 svart torn · c8 svart löpare · d8 svart drottning · e8 svart kung · f8 svart löpare · g8 svart springare · h8 svart torn · a7 svart bonde · b7 svart bonde · d7 svart bonde · e7 svart bonde · f7 svart bonde · g7 svart bonde · h7 svart bonde · c6 svart springare · c5 svart bonde · e4 vit bonde · f3 vit springare · a2 vit bonde · b2 vit bonde · c2 vit bonde · d2 vit bonde · f2 vit bonde · g2 vit bonde · h2 vit bonde · a1 vit torn · b1 vit springare · c1 vit löpare · d1 vit drottning · e1 vit kung · f1 vit löpare · h1 vit torn | a8 svart torn · c8 svart löpare · d8 svart drottning · e8 svart kung · f8 svart löpare · g8 svart springare · h8 svart torn · a7 svart bonde · b7 svart bonde · d7 svart bonde · e7 svart bonde · f7 svart bonde · g7 svart bonde · h7 svart bonde · c6 svart springare · c5 svart bonde · e4 vit bonde · f3 vit springare · a2 vit bonde · b2 vit bonde · c2 vit bonde · d2 vit bonde · f2 vit bonde · g2 vit bonde · h2 vit bonde · a1 vit torn · b1 vit springare · c1 vit löpare · d1 vit drottning · e1 vit kung · f1 vit löpare · h1 vit torn | a8 svart torn · c8 svart löpare · d8 svart drottning · e8 svart kung · f8 svart löpare · g8 svart springare · h8 svart torn · a7 svart bonde · b7 svart bonde · d7 svart bonde · e7 svart bonde · f7 svart bonde · g7 svart bonde · h7 svart bonde · c6 svart springare · c5 svart bonde · e4 vit bonde · f3 vit springare · a2 vit bonde · b2 vit bonde · c2 vit bonde · d2 vit bonde · f2 vit bonde · g2 vit bonde · h2 vit bonde · a1 vit torn · b1 vit springare · c1 vit löpare · d1 vit drottning · e1 vit kung · f1 vit löpare · h1 vit torn | 3 |
| 2 | a8 svart torn · c8 svart löpare · d8 svart drottning · e8 svart kung · f8 svart löpare · g8 svart springare · h8 svart torn · a7 svart bonde · b7 svart bonde · d7 svart bonde · e7 svart bonde · f7 svart bonde · g7 svart bonde · h7 svart bonde · c6 svart springare · c5 svart bonde · e4 vit bonde · f3 vit springare · a2 vit bonde · b2 vit bonde · c2 vit bonde · d2 vit bonde · f2 vit bonde · g2 vit bonde · h2 vit bonde · a1 vit torn · b1 vit springare · c1 vit löpare · d1 vit drottning · e1 vit kung · f1 vit löpare · h1 vit torn | a8 svart torn · c8 svart löpare · d8 svart drottning · e8 svart kung · f8 svart löpare · g8 svart springare · h8 svart torn · a7 svart bonde · b7 svart bonde · d7 svart bonde · e7 svart bonde · f7 svart bonde · g7 svart bonde · h7 svart bonde · c6 svart springare · c5 svart bonde · e4 vit bonde · f3 vit springare · a2 vit bonde · b2 vit bonde · c2 vit bonde · d2 vit bonde · f2 vit bonde · g2 vit bonde · h2 vit bonde · a1 vit torn · b1 vit springare · c1 vit löpare · d1 vit drottning · e1 vit kung · f1 vit löpare · h1 vit torn | a8 svart torn · c8 svart löpare · d8 svart drottning · e8 svart kung · f8 svart löpare · g8 svart springare · h8 svart torn · a7 svart bonde · b7 svart bonde · d7 svart bonde · e7 svart bonde · f7 svart bonde · g7 svart bonde · h7 svart bonde · c6 svart springare · c5 svart bonde · e4 vit bonde · f3 vit springare · a2 vit bonde · b2 vit bonde · c2 vit bonde · d2 vit bonde · f2 vit bonde · g2 vit bonde · h2 vit bonde · a1 vit torn · b1 vit springare · c1 vit löpare · d1 vit drottning · e1 vit kung · f1 vit löpare · h1 vit torn | a8 svart torn · c8 svart löpare · d8 svart drottning · e8 svart kung · f8 svart löpare · g8 svart springare · h8 svart torn · a7 svart bonde · b7 svart bonde · d7 svart bonde · e7 svart bonde · f7 svart bonde · g7 svart bonde · h7 svart bonde · c6 svart springare · c5 svart bonde · e4 vit bonde · f3 vit springare · a2 vit bonde · b2 vit bonde · c2 vit bonde · d2 vit bonde · f2 vit bonde · g2 vit bonde · h2 vit bonde · a1 vit torn · b1 vit springare · c1 vit löpare · d1 vit drottning · e1 vit kung · f1 vit löpare · h1 vit torn | a8 svart torn · c8 svart löpare · d8 svart drottning · e8 svart kung · f8 svart löpare · g8 svart springare · h8 svart torn · a7 svart bonde · b7 svart bonde · d7 svart bonde · e7 svart bonde · f7 svart bonde · g7 svart bonde · h7 svart bonde · c6 svart springare · c5 svart bonde · e4 vit bonde · f3 vit springare · a2 vit bonde · b2 vit bonde · c2 vit bonde · d2 vit bonde · f2 vit bonde · g2 vit bonde · h2 vit bonde · a1 vit torn · b1 vit springare · c1 vit löpare · d1 vit drottning · e1 vit kung · f1 vit löpare · h1 vit torn | a8 svart torn · c8 svart löpare · d8 svart drottning · e8 svart kung · f8 svart löpare · g8 svart springare · h8 svart torn · a7 svart bonde · b7 svart bonde · d7 svart bonde · e7 svart bonde · f7 svart bonde · g7 svart bonde · h7 svart bonde · c6 svart springare · c5 svart bonde · e4 vit bonde · f3 vit springare · a2 vit bonde · b2 vit bonde · c2 vit bonde · d2 vit bonde · f2 vit bonde · g2 vit bonde · h2 vit bonde · a1 vit torn · b1 vit springare · c1 vit löpare · d1 vit drottning · e1 vit kung · f1 vit löpare · h1 vit torn | a8 svart torn · c8 svart löpare · d8 svart drottning · e8 svart kung · f8 svart löpare · g8 svart springare · h8 svart torn · a7 svart bonde · b7 svart bonde · d7 svart bonde · e7 svart bonde · f7 svart bonde · g7 svart bonde · h7 svart bonde · c6 svart springare · c5 svart bonde · e4 vit bonde · f3 vit springare · a2 vit bonde · b2 vit bonde · c2 vit bonde · d2 vit bonde · f2 vit bonde · g2 vit bonde · h2 vit bonde · a1 vit torn · b1 vit springare · c1 vit löpare · d1 vit drottning · e1 vit kung · f1 vit löpare · h1 vit torn | a8 svart torn · c8 svart löpare · d8 svart drottning · e8 svart kung · f8 svart löpare · g8 svart springare · h8 svart torn · a7 svart bonde · b7 svart bonde · d7 svart bonde · e7 svart bonde · f7 svart bonde · g7 svart bonde · h7 svart bonde · c6 svart springare · c5 svart bonde · e4 vit bonde · f3 vit springare · a2 vit bonde · b2 vit bonde · c2 vit bonde · d2 vit bonde · f2 vit bonde · g2 vit bonde · h2 vit bonde · a1 vit torn · b1 vit springare · c1 vit löpare · d1 vit drottning · e1 vit kung · f1 vit löpare · h1 vit torn | 2 |
| 1 | a8 svart torn · c8 svart löpare · d8 svart drottning · e8 svart kung · f8 svart löpare · g8 svart springare · h8 svart torn · a7 svart bonde · b7 svart bonde · d7 svart bonde · e7 svart bonde · f7 svart bonde · g7 svart bonde · h7 svart bonde · c6 svart springare · c5 svart bonde · e4 vit bonde · f3 vit springare · a2 vit bonde · b2 vit bonde · c2 vit bonde · d2 vit bonde · f2 vit bonde · g2 vit bonde · h2 vit bonde · a1 vit torn · b1 vit springare · c1 vit löpare · d1 vit drottning · e1 vit kung · f1 vit löpare · h1 vit torn | a8 svart torn · c8 svart löpare · d8 svart drottning · e8 svart kung · f8 svart löpare · g8 svart springare · h8 svart torn · a7 svart bonde · b7 svart bonde · d7 svart bonde · e7 svart bonde · f7 svart bonde · g7 svart bonde · h7 svart bonde · c6 svart springare · c5 svart bonde · e4 vit bonde · f3 vit springare · a2 vit bonde · b2 vit bonde · c2 vit bonde · d2 vit bonde · f2 vit bonde · g2 vit bonde · h2 vit bonde · a1 vit torn · b1 vit springare · c1 vit löpare · d1 vit drottning · e1 vit kung · f1 vit löpare · h1 vit torn | a8 svart torn · c8 svart löpare · d8 svart drottning · e8 svart kung · f8 svart löpare · g8 svart springare · h8 svart torn · a7 svart bonde · b7 svart bonde · d7 svart bonde · e7 svart bonde · f7 svart bonde · g7 svart bonde · h7 svart bonde · c6 svart springare · c5 svart bonde · e4 vit bonde · f3 vit springare · a2 vit bonde · b2 vit bonde · c2 vit bonde · d2 vit bonde · f2 vit bonde · g2 vit bonde · h2 vit bonde · a1 vit torn · b1 vit springare · c1 vit löpare · d1 vit drottning · e1 vit kung · f1 vit löpare · h1 vit torn | a8 svart torn · c8 svart löpare · d8 svart drottning · e8 svart kung · f8 svart löpare · g8 svart springare · h8 svart torn · a7 svart bonde · b7 svart bonde · d7 svart bonde · e7 svart bonde · f7 svart bonde · g7 svart bonde · h7 svart bonde · c6 svart springare · c5 svart bonde · e4 vit bonde · f3 vit springare · a2 vit bonde · b2 vit bonde · c2 vit bonde · d2 vit bonde · f2 vit bonde · g2 vit bonde · h2 vit bonde · a1 vit torn · b1 vit springare · c1 vit löpare · d1 vit drottning · e1 vit kung · f1 vit löpare · h1 vit torn | a8 svart torn · c8 svart löpare · d8 svart drottning · e8 svart kung · f8 svart löpare · g8 svart springare · h8 svart torn · a7 svart bonde · b7 svart bonde · d7 svart bonde · e7 svart bonde · f7 svart bonde · g7 svart bonde · h7 svart bonde · c6 svart springare · c5 svart bonde · e4 vit bonde · f3 vit springare · a2 vit bonde · b2 vit bonde · c2 vit bonde · d2 vit bonde · f2 vit bonde · g2 vit bonde · h2 vit bonde · a1 vit torn · b1 vit springare · c1 vit löpare · d1 vit drottning · e1 vit kung · f1 vit löpare · h1 vit torn | a8 svart torn · c8 svart löpare · d8 svart drottning · e8 svart kung · f8 svart löpare · g8 svart springare · h8 svart torn · a7 svart bonde · b7 svart bonde · d7 svart bonde · e7 svart bonde · f7 svart bonde · g7 svart bonde · h7 svart bonde · c6 svart springare · c5 svart bonde · e4 vit bonde · f3 vit springare · a2 vit bonde · b2 vit bonde · c2 vit bonde · d2 vit bonde · f2 vit bonde · g2 vit bonde · h2 vit bonde · a1 vit torn · b1 vit springare · c1 vit löpare · d1 vit drottning · e1 vit kung · f1 vit löpare · h1 vit torn | a8 svart torn · c8 svart löpare · d8 svart drottning · e8 svart kung · f8 svart löpare · g8 svart springare · h8 svart torn · a7 svart bonde · b7 svart bonde · d7 svart bonde · e7 svart bonde · f7 svart bonde · g7 svart bonde · h7 svart bonde · c6 svart springare · c5 svart bonde · e4 vit bonde · f3 vit springare · a2 vit bonde · b2 vit bonde · c2 vit bonde · d2 vit bonde · f2 vit bonde · g2 vit bonde · h2 vit bonde · a1 vit torn · b1 vit springare · c1 vit löpare · d1 vit drottning · e1 vit kung · f1 vit löpare · h1 vit torn | a8 svart torn · c8 svart löpare · d8 svart drottning · e8 svart kung · f8 svart löpare · g8 svart springare · h8 svart torn · a7 svart bonde · b7 svart bonde · d7 svart bonde · e7 svart bonde · f7 svart bonde · g7 svart bonde · h7 svart bonde · c6 svart springare · c5 svart bonde · e4 vit bonde · f3 vit springare · a2 vit bonde · b2 vit bonde · c2 vit bonde · d2 vit bonde · f2 vit bonde · g2 vit bonde · h2 vit bonde · a1 vit torn · b1 vit springare · c1 vit löpare · d1 vit drottning · e1 vit kung · f1 vit löpare · h1 vit torn | 1 |
|   | a | b | c | d | e | f | g | h |   |

B30 Sicilianskt
1.e4 c5 2.Sf3 Sc6
B31 Sicilianskt, Rossolimovarianten
1.e4 c5 2.Sf3 Sc6 3.Lb5 g6
B32 Sicilianskt
1.e4 c5 2.Sf3 Sc6 3.d4 cxd4 4.Sxd4 e5
B33 Sicilianskt
1.e4 c5 2.Sf3 Sc6 3.d4 cxd4 4.Sxd4
B34 Sicilianskt, accelererade drakvarianten
1.e4 c5 2.Sf3 Sc6 3.d4 cxd4 4.Sxd4 g6 5.Sxc6
B35 Sicilianskt, accelererade drakvarianten, moderna varianten med Lc4
1.e4 c5 2.Sf3 Sc6 3.d4 cxd4 4.Sxd4 g6 5.Sc3 Lg7 6.Le3 Sf6 7.Lc4
B36 Sicilianskt, accelererade drakvarianten
1.e4 c5 2.Sf3 Sc6 3.d4 cxd4 4.Sxd4 g6 5.c4
B37 Sicilianskt, accelererade drakvarianten
1.e4 c5 2.Sf3 Sc6 3.d4 cxd4 4.Sxd4 g6 5.c4 Lg7
B38 Sicilianskt, accelererade drakvarianten, Maroczyuppställningen, 6.Le3
1.e4 c5 2.Sf3 Sc6 3.d4 cxd4 4.Sxd4 g6 5.c4 Lg7 6.Le3
B39 Sicilianskt, accelererade drakvarianten, Breyervarianten
1.e4 c5 2.Sf3 Sc6 3.d4 cxd4 4.Sxd4 g6 5.c4 Lg7 6.Le3 Sf6 7.Sc3 Sg4
|   | a | b | c | d | e | f | g | h |   |
| 8 | a8 svart torn · b8 svart springare · c8 svart löpare · d8 svart drottning · e8 svart kung · f8 svart löpare · g8 svart springare · h8 svart torn · a7 svart bonde · b7 svart bonde · d7 svart bonde · f7 svart bonde · g7 svart bonde · h7 svart bonde · e6 svart bonde · c5 svart bonde · e4 vit bonde · f3 vit springare · a2 vit bonde · b2 vit bonde · c2 vit bonde · d2 vit bonde · f2 vit bonde · g2 vit bonde · h2 vit bonde · a1 vit torn · b1 vit springare · c1 vit löpare · d1 vit drottning · e1 vit kung · f1 vit löpare · h1 vit torn | a8 svart torn · b8 svart springare · c8 svart löpare · d8 svart drottning · e8 svart kung · f8 svart löpare · g8 svart springare · h8 svart torn · a7 svart bonde · b7 svart bonde · d7 svart bonde · f7 svart bonde · g7 svart bonde · h7 svart bonde · e6 svart bonde · c5 svart bonde · e4 vit bonde · f3 vit springare · a2 vit bonde · b2 vit bonde · c2 vit bonde · d2 vit bonde · f2 vit bonde · g2 vit bonde · h2 vit bonde · a1 vit torn · b1 vit springare · c1 vit löpare · d1 vit drottning · e1 vit kung · f1 vit löpare · h1 vit torn | a8 svart torn · b8 svart springare · c8 svart löpare · d8 svart drottning · e8 svart kung · f8 svart löpare · g8 svart springare · h8 svart torn · a7 svart bonde · b7 svart bonde · d7 svart bonde · f7 svart bonde · g7 svart bonde · h7 svart bonde · e6 svart bonde · c5 svart bonde · e4 vit bonde · f3 vit springare · a2 vit bonde · b2 vit bonde · c2 vit bonde · d2 vit bonde · f2 vit bonde · g2 vit bonde · h2 vit bonde · a1 vit torn · b1 vit springare · c1 vit löpare · d1 vit drottning · e1 vit kung · f1 vit löpare · h1 vit torn | a8 svart torn · b8 svart springare · c8 svart löpare · d8 svart drottning · e8 svart kung · f8 svart löpare · g8 svart springare · h8 svart torn · a7 svart bonde · b7 svart bonde · d7 svart bonde · f7 svart bonde · g7 svart bonde · h7 svart bonde · e6 svart bonde · c5 svart bonde · e4 vit bonde · f3 vit springare · a2 vit bonde · b2 vit bonde · c2 vit bonde · d2 vit bonde · f2 vit bonde · g2 vit bonde · h2 vit bonde · a1 vit torn · b1 vit springare · c1 vit löpare · d1 vit drottning · e1 vit kung · f1 vit löpare · h1 vit torn | a8 svart torn · b8 svart springare · c8 svart löpare · d8 svart drottning · e8 svart kung · f8 svart löpare · g8 svart springare · h8 svart torn · a7 svart bonde · b7 svart bonde · d7 svart bonde · f7 svart bonde · g7 svart bonde · h7 svart bonde · e6 svart bonde · c5 svart bonde · e4 vit bonde · f3 vit springare · a2 vit bonde · b2 vit bonde · c2 vit bonde · d2 vit bonde · f2 vit bonde · g2 vit bonde · h2 vit bonde · a1 vit torn · b1 vit springare · c1 vit löpare · d1 vit drottning · e1 vit kung · f1 vit löpare · h1 vit torn | a8 svart torn · b8 svart springare · c8 svart löpare · d8 svart drottning · e8 svart kung · f8 svart löpare · g8 svart springare · h8 svart torn · a7 svart bonde · b7 svart bonde · d7 svart bonde · f7 svart bonde · g7 svart bonde · h7 svart bonde · e6 svart bonde · c5 svart bonde · e4 vit bonde · f3 vit springare · a2 vit bonde · b2 vit bonde · c2 vit bonde · d2 vit bonde · f2 vit bonde · g2 vit bonde · h2 vit bonde · a1 vit torn · b1 vit springare · c1 vit löpare · d1 vit drottning · e1 vit kung · f1 vit löpare · h1 vit torn | a8 svart torn · b8 svart springare · c8 svart löpare · d8 svart drottning · e8 svart kung · f8 svart löpare · g8 svart springare · h8 svart torn · a7 svart bonde · b7 svart bonde · d7 svart bonde · f7 svart bonde · g7 svart bonde · h7 svart bonde · e6 svart bonde · c5 svart bonde · e4 vit bonde · f3 vit springare · a2 vit bonde · b2 vit bonde · c2 vit bonde · d2 vit bonde · f2 vit bonde · g2 vit bonde · h2 vit bonde · a1 vit torn · b1 vit springare · c1 vit löpare · d1 vit drottning · e1 vit kung · f1 vit löpare · h1 vit torn | a8 svart torn · b8 svart springare · c8 svart löpare · d8 svart drottning · e8 svart kung · f8 svart löpare · g8 svart springare · h8 svart torn · a7 svart bonde · b7 svart bonde · d7 svart bonde · f7 svart bonde · g7 svart bonde · h7 svart bonde · e6 svart bonde · c5 svart bonde · e4 vit bonde · f3 vit springare · a2 vit bonde · b2 vit bonde · c2 vit bonde · d2 vit bonde · f2 vit bonde · g2 vit bonde · h2 vit bonde · a1 vit torn · b1 vit springare · c1 vit löpare · d1 vit drottning · e1 vit kung · f1 vit löpare · h1 vit torn | 8 |
| 7 | a8 svart torn · b8 svart springare · c8 svart löpare · d8 svart drottning · e8 svart kung · f8 svart löpare · g8 svart springare · h8 svart torn · a7 svart bonde · b7 svart bonde · d7 svart bonde · f7 svart bonde · g7 svart bonde · h7 svart bonde · e6 svart bonde · c5 svart bonde · e4 vit bonde · f3 vit springare · a2 vit bonde · b2 vit bonde · c2 vit bonde · d2 vit bonde · f2 vit bonde · g2 vit bonde · h2 vit bonde · a1 vit torn · b1 vit springare · c1 vit löpare · d1 vit drottning · e1 vit kung · f1 vit löpare · h1 vit torn | a8 svart torn · b8 svart springare · c8 svart löpare · d8 svart drottning · e8 svart kung · f8 svart löpare · g8 svart springare · h8 svart torn · a7 svart bonde · b7 svart bonde · d7 svart bonde · f7 svart bonde · g7 svart bonde · h7 svart bonde · e6 svart bonde · c5 svart bonde · e4 vit bonde · f3 vit springare · a2 vit bonde · b2 vit bonde · c2 vit bonde · d2 vit bonde · f2 vit bonde · g2 vit bonde · h2 vit bonde · a1 vit torn · b1 vit springare · c1 vit löpare · d1 vit drottning · e1 vit kung · f1 vit löpare · h1 vit torn | a8 svart torn · b8 svart springare · c8 svart löpare · d8 svart drottning · e8 svart kung · f8 svart löpare · g8 svart springare · h8 svart torn · a7 svart bonde · b7 svart bonde · d7 svart bonde · f7 svart bonde · g7 svart bonde · h7 svart bonde · e6 svart bonde · c5 svart bonde · e4 vit bonde · f3 vit springare · a2 vit bonde · b2 vit bonde · c2 vit bonde · d2 vit bonde · f2 vit bonde · g2 vit bonde · h2 vit bonde · a1 vit torn · b1 vit springare · c1 vit löpare · d1 vit drottning · e1 vit kung · f1 vit löpare · h1 vit torn | a8 svart torn · b8 svart springare · c8 svart löpare · d8 svart drottning · e8 svart kung · f8 svart löpare · g8 svart springare · h8 svart torn · a7 svart bonde · b7 svart bonde · d7 svart bonde · f7 svart bonde · g7 svart bonde · h7 svart bonde · e6 svart bonde · c5 svart bonde · e4 vit bonde · f3 vit springare · a2 vit bonde · b2 vit bonde · c2 vit bonde · d2 vit bonde · f2 vit bonde · g2 vit bonde · h2 vit bonde · a1 vit torn · b1 vit springare · c1 vit löpare · d1 vit drottning · e1 vit kung · f1 vit löpare · h1 vit torn | a8 svart torn · b8 svart springare · c8 svart löpare · d8 svart drottning · e8 svart kung · f8 svart löpare · g8 svart springare · h8 svart torn · a7 svart bonde · b7 svart bonde · d7 svart bonde · f7 svart bonde · g7 svart bonde · h7 svart bonde · e6 svart bonde · c5 svart bonde · e4 vit bonde · f3 vit springare · a2 vit bonde · b2 vit bonde · c2 vit bonde · d2 vit bonde · f2 vit bonde · g2 vit bonde · h2 vit bonde · a1 vit torn · b1 vit springare · c1 vit löpare · d1 vit drottning · e1 vit kung · f1 vit löpare · h1 vit torn | a8 svart torn · b8 svart springare · c8 svart löpare · d8 svart drottning · e8 svart kung · f8 svart löpare · g8 svart springare · h8 svart torn · a7 svart bonde · b7 svart bonde · d7 svart bonde · f7 svart bonde · g7 svart bonde · h7 svart bonde · e6 svart bonde · c5 svart bonde · e4 vit bonde · f3 vit springare · a2 vit bonde · b2 vit bonde · c2 vit bonde · d2 vit bonde · f2 vit bonde · g2 vit bonde · h2 vit bonde · a1 vit torn · b1 vit springare · c1 vit löpare · d1 vit drottning · e1 vit kung · f1 vit löpare · h1 vit torn | a8 svart torn · b8 svart springare · c8 svart löpare · d8 svart drottning · e8 svart kung · f8 svart löpare · g8 svart springare · h8 svart torn · a7 svart bonde · b7 svart bonde · d7 svart bonde · f7 svart bonde · g7 svart bonde · h7 svart bonde · e6 svart bonde · c5 svart bonde · e4 vit bonde · f3 vit springare · a2 vit bonde · b2 vit bonde · c2 vit bonde · d2 vit bonde · f2 vit bonde · g2 vit bonde · h2 vit bonde · a1 vit torn · b1 vit springare · c1 vit löpare · d1 vit drottning · e1 vit kung · f1 vit löpare · h1 vit torn | a8 svart torn · b8 svart springare · c8 svart löpare · d8 svart drottning · e8 svart kung · f8 svart löpare · g8 svart springare · h8 svart torn · a7 svart bonde · b7 svart bonde · d7 svart bonde · f7 svart bonde · g7 svart bonde · h7 svart bonde · e6 svart bonde · c5 svart bonde · e4 vit bonde · f3 vit springare · a2 vit bonde · b2 vit bonde · c2 vit bonde · d2 vit bonde · f2 vit bonde · g2 vit bonde · h2 vit bonde · a1 vit torn · b1 vit springare · c1 vit löpare · d1 vit drottning · e1 vit kung · f1 vit löpare · h1 vit torn | 7 |
| 6 | a8 svart torn · b8 svart springare · c8 svart löpare · d8 svart drottning · e8 svart kung · f8 svart löpare · g8 svart springare · h8 svart torn · a7 svart bonde · b7 svart bonde · d7 svart bonde · f7 svart bonde · g7 svart bonde · h7 svart bonde · e6 svart bonde · c5 svart bonde · e4 vit bonde · f3 vit springare · a2 vit bonde · b2 vit bonde · c2 vit bonde · d2 vit bonde · f2 vit bonde · g2 vit bonde · h2 vit bonde · a1 vit torn · b1 vit springare · c1 vit löpare · d1 vit drottning · e1 vit kung · f1 vit löpare · h1 vit torn | a8 svart torn · b8 svart springare · c8 svart löpare · d8 svart drottning · e8 svart kung · f8 svart löpare · g8 svart springare · h8 svart torn · a7 svart bonde · b7 svart bonde · d7 svart bonde · f7 svart bonde · g7 svart bonde · h7 svart bonde · e6 svart bonde · c5 svart bonde · e4 vit bonde · f3 vit springare · a2 vit bonde · b2 vit bonde · c2 vit bonde · d2 vit bonde · f2 vit bonde · g2 vit bonde · h2 vit bonde · a1 vit torn · b1 vit springare · c1 vit löpare · d1 vit drottning · e1 vit kung · f1 vit löpare · h1 vit torn | a8 svart torn · b8 svart springare · c8 svart löpare · d8 svart drottning · e8 svart kung · f8 svart löpare · g8 svart springare · h8 svart torn · a7 svart bonde · b7 svart bonde · d7 svart bonde · f7 svart bonde · g7 svart bonde · h7 svart bonde · e6 svart bonde · c5 svart bonde · e4 vit bonde · f3 vit springare · a2 vit bonde · b2 vit bonde · c2 vit bonde · d2 vit bonde · f2 vit bonde · g2 vit bonde · h2 vit bonde · a1 vit torn · b1 vit springare · c1 vit löpare · d1 vit drottning · e1 vit kung · f1 vit löpare · h1 vit torn | a8 svart torn · b8 svart springare · c8 svart löpare · d8 svart drottning · e8 svart kung · f8 svart löpare · g8 svart springare · h8 svart torn · a7 svart bonde · b7 svart bonde · d7 svart bonde · f7 svart bonde · g7 svart bonde · h7 svart bonde · e6 svart bonde · c5 svart bonde · e4 vit bonde · f3 vit springare · a2 vit bonde · b2 vit bonde · c2 vit bonde · d2 vit bonde · f2 vit bonde · g2 vit bonde · h2 vit bonde · a1 vit torn · b1 vit springare · c1 vit löpare · d1 vit drottning · e1 vit kung · f1 vit löpare · h1 vit torn | a8 svart torn · b8 svart springare · c8 svart löpare · d8 svart drottning · e8 svart kung · f8 svart löpare · g8 svart springare · h8 svart torn · a7 svart bonde · b7 svart bonde · d7 svart bonde · f7 svart bonde · g7 svart bonde · h7 svart bonde · e6 svart bonde · c5 svart bonde · e4 vit bonde · f3 vit springare · a2 vit bonde · b2 vit bonde · c2 vit bonde · d2 vit bonde · f2 vit bonde · g2 vit bonde · h2 vit bonde · a1 vit torn · b1 vit springare · c1 vit löpare · d1 vit drottning · e1 vit kung · f1 vit löpare · h1 vit torn | a8 svart torn · b8 svart springare · c8 svart löpare · d8 svart drottning · e8 svart kung · f8 svart löpare · g8 svart springare · h8 svart torn · a7 svart bonde · b7 svart bonde · d7 svart bonde · f7 svart bonde · g7 svart bonde · h7 svart bonde · e6 svart bonde · c5 svart bonde · e4 vit bonde · f3 vit springare · a2 vit bonde · b2 vit bonde · c2 vit bonde · d2 vit bonde · f2 vit bonde · g2 vit bonde · h2 vit bonde · a1 vit torn · b1 vit springare · c1 vit löpare · d1 vit drottning · e1 vit kung · f1 vit löpare · h1 vit torn | a8 svart torn · b8 svart springare · c8 svart löpare · d8 svart drottning · e8 svart kung · f8 svart löpare · g8 svart springare · h8 svart torn · a7 svart bonde · b7 svart bonde · d7 svart bonde · f7 svart bonde · g7 svart bonde · h7 svart bonde · e6 svart bonde · c5 svart bonde · e4 vit bonde · f3 vit springare · a2 vit bonde · b2 vit bonde · c2 vit bonde · d2 vit bonde · f2 vit bonde · g2 vit bonde · h2 vit bonde · a1 vit torn · b1 vit springare · c1 vit löpare · d1 vit drottning · e1 vit kung · f1 vit löpare · h1 vit torn | a8 svart torn · b8 svart springare · c8 svart löpare · d8 svart drottning · e8 svart kung · f8 svart löpare · g8 svart springare · h8 svart torn · a7 svart bonde · b7 svart bonde · d7 svart bonde · f7 svart bonde · g7 svart bonde · h7 svart bonde · e6 svart bonde · c5 svart bonde · e4 vit bonde · f3 vit springare · a2 vit bonde · b2 vit bonde · c2 vit bonde · d2 vit bonde · f2 vit bonde · g2 vit bonde · h2 vit bonde · a1 vit torn · b1 vit springare · c1 vit löpare · d1 vit drottning · e1 vit kung · f1 vit löpare · h1 vit torn | 6 |
| 5 | a8 svart torn · b8 svart springare · c8 svart löpare · d8 svart drottning · e8 svart kung · f8 svart löpare · g8 svart springare · h8 svart torn · a7 svart bonde · b7 svart bonde · d7 svart bonde · f7 svart bonde · g7 svart bonde · h7 svart bonde · e6 svart bonde · c5 svart bonde · e4 vit bonde · f3 vit springare · a2 vit bonde · b2 vit bonde · c2 vit bonde · d2 vit bonde · f2 vit bonde · g2 vit bonde · h2 vit bonde · a1 vit torn · b1 vit springare · c1 vit löpare · d1 vit drottning · e1 vit kung · f1 vit löpare · h1 vit torn | a8 svart torn · b8 svart springare · c8 svart löpare · d8 svart drottning · e8 svart kung · f8 svart löpare · g8 svart springare · h8 svart torn · a7 svart bonde · b7 svart bonde · d7 svart bonde · f7 svart bonde · g7 svart bonde · h7 svart bonde · e6 svart bonde · c5 svart bonde · e4 vit bonde · f3 vit springare · a2 vit bonde · b2 vit bonde · c2 vit bonde · d2 vit bonde · f2 vit bonde · g2 vit bonde · h2 vit bonde · a1 vit torn · b1 vit springare · c1 vit löpare · d1 vit drottning · e1 vit kung · f1 vit löpare · h1 vit torn | a8 svart torn · b8 svart springare · c8 svart löpare · d8 svart drottning · e8 svart kung · f8 svart löpare · g8 svart springare · h8 svart torn · a7 svart bonde · b7 svart bonde · d7 svart bonde · f7 svart bonde · g7 svart bonde · h7 svart bonde · e6 svart bonde · c5 svart bonde · e4 vit bonde · f3 vit springare · a2 vit bonde · b2 vit bonde · c2 vit bonde · d2 vit bonde · f2 vit bonde · g2 vit bonde · h2 vit bonde · a1 vit torn · b1 vit springare · c1 vit löpare · d1 vit drottning · e1 vit kung · f1 vit löpare · h1 vit torn | a8 svart torn · b8 svart springare · c8 svart löpare · d8 svart drottning · e8 svart kung · f8 svart löpare · g8 svart springare · h8 svart torn · a7 svart bonde · b7 svart bonde · d7 svart bonde · f7 svart bonde · g7 svart bonde · h7 svart bonde · e6 svart bonde · c5 svart bonde · e4 vit bonde · f3 vit springare · a2 vit bonde · b2 vit bonde · c2 vit bonde · d2 vit bonde · f2 vit bonde · g2 vit bonde · h2 vit bonde · a1 vit torn · b1 vit springare · c1 vit löpare · d1 vit drottning · e1 vit kung · f1 vit löpare · h1 vit torn | a8 svart torn · b8 svart springare · c8 svart löpare · d8 svart drottning · e8 svart kung · f8 svart löpare · g8 svart springare · h8 svart torn · a7 svart bonde · b7 svart bonde · d7 svart bonde · f7 svart bonde · g7 svart bonde · h7 svart bonde · e6 svart bonde · c5 svart bonde · e4 vit bonde · f3 vit springare · a2 vit bonde · b2 vit bonde · c2 vit bonde · d2 vit bonde · f2 vit bonde · g2 vit bonde · h2 vit bonde · a1 vit torn · b1 vit springare · c1 vit löpare · d1 vit drottning · e1 vit kung · f1 vit löpare · h1 vit torn | a8 svart torn · b8 svart springare · c8 svart löpare · d8 svart drottning · e8 svart kung · f8 svart löpare · g8 svart springare · h8 svart torn · a7 svart bonde · b7 svart bonde · d7 svart bonde · f7 svart bonde · g7 svart bonde · h7 svart bonde · e6 svart bonde · c5 svart bonde · e4 vit bonde · f3 vit springare · a2 vit bonde · b2 vit bonde · c2 vit bonde · d2 vit bonde · f2 vit bonde · g2 vit bonde · h2 vit bonde · a1 vit torn · b1 vit springare · c1 vit löpare · d1 vit drottning · e1 vit kung · f1 vit löpare · h1 vit torn | a8 svart torn · b8 svart springare · c8 svart löpare · d8 svart drottning · e8 svart kung · f8 svart löpare · g8 svart springare · h8 svart torn · a7 svart bonde · b7 svart bonde · d7 svart bonde · f7 svart bonde · g7 svart bonde · h7 svart bonde · e6 svart bonde · c5 svart bonde · e4 vit bonde · f3 vit springare · a2 vit bonde · b2 vit bonde · c2 vit bonde · d2 vit bonde · f2 vit bonde · g2 vit bonde · h2 vit bonde · a1 vit torn · b1 vit springare · c1 vit löpare · d1 vit drottning · e1 vit kung · f1 vit löpare · h1 vit torn | a8 svart torn · b8 svart springare · c8 svart löpare · d8 svart drottning · e8 svart kung · f8 svart löpare · g8 svart springare · h8 svart torn · a7 svart bonde · b7 svart bonde · d7 svart bonde · f7 svart bonde · g7 svart bonde · h7 svart bonde · e6 svart bonde · c5 svart bonde · e4 vit bonde · f3 vit springare · a2 vit bonde · b2 vit bonde · c2 vit bonde · d2 vit bonde · f2 vit bonde · g2 vit bonde · h2 vit bonde · a1 vit torn · b1 vit springare · c1 vit löpare · d1 vit drottning · e1 vit kung · f1 vit löpare · h1 vit torn | 5 |
| 4 | a8 svart torn · b8 svart springare · c8 svart löpare · d8 svart drottning · e8 svart kung · f8 svart löpare · g8 svart springare · h8 svart torn · a7 svart bonde · b7 svart bonde · d7 svart bonde · f7 svart bonde · g7 svart bonde · h7 svart bonde · e6 svart bonde · c5 svart bonde · e4 vit bonde · f3 vit springare · a2 vit bonde · b2 vit bonde · c2 vit bonde · d2 vit bonde · f2 vit bonde · g2 vit bonde · h2 vit bonde · a1 vit torn · b1 vit springare · c1 vit löpare · d1 vit drottning · e1 vit kung · f1 vit löpare · h1 vit torn | a8 svart torn · b8 svart springare · c8 svart löpare · d8 svart drottning · e8 svart kung · f8 svart löpare · g8 svart springare · h8 svart torn · a7 svart bonde · b7 svart bonde · d7 svart bonde · f7 svart bonde · g7 svart bonde · h7 svart bonde · e6 svart bonde · c5 svart bonde · e4 vit bonde · f3 vit springare · a2 vit bonde · b2 vit bonde · c2 vit bonde · d2 vit bonde · f2 vit bonde · g2 vit bonde · h2 vit bonde · a1 vit torn · b1 vit springare · c1 vit löpare · d1 vit drottning · e1 vit kung · f1 vit löpare · h1 vit torn | a8 svart torn · b8 svart springare · c8 svart löpare · d8 svart drottning · e8 svart kung · f8 svart löpare · g8 svart springare · h8 svart torn · a7 svart bonde · b7 svart bonde · d7 svart bonde · f7 svart bonde · g7 svart bonde · h7 svart bonde · e6 svart bonde · c5 svart bonde · e4 vit bonde · f3 vit springare · a2 vit bonde · b2 vit bonde · c2 vit bonde · d2 vit bonde · f2 vit bonde · g2 vit bonde · h2 vit bonde · a1 vit torn · b1 vit springare · c1 vit löpare · d1 vit drottning · e1 vit kung · f1 vit löpare · h1 vit torn | a8 svart torn · b8 svart springare · c8 svart löpare · d8 svart drottning · e8 svart kung · f8 svart löpare · g8 svart springare · h8 svart torn · a7 svart bonde · b7 svart bonde · d7 svart bonde · f7 svart bonde · g7 svart bonde · h7 svart bonde · e6 svart bonde · c5 svart bonde · e4 vit bonde · f3 vit springare · a2 vit bonde · b2 vit bonde · c2 vit bonde · d2 vit bonde · f2 vit bonde · g2 vit bonde · h2 vit bonde · a1 vit torn · b1 vit springare · c1 vit löpare · d1 vit drottning · e1 vit kung · f1 vit löpare · h1 vit torn | a8 svart torn · b8 svart springare · c8 svart löpare · d8 svart drottning · e8 svart kung · f8 svart löpare · g8 svart springare · h8 svart torn · a7 svart bonde · b7 svart bonde · d7 svart bonde · f7 svart bonde · g7 svart bonde · h7 svart bonde · e6 svart bonde · c5 svart bonde · e4 vit bonde · f3 vit springare · a2 vit bonde · b2 vit bonde · c2 vit bonde · d2 vit bonde · f2 vit bonde · g2 vit bonde · h2 vit bonde · a1 vit torn · b1 vit springare · c1 vit löpare · d1 vit drottning · e1 vit kung · f1 vit löpare · h1 vit torn | a8 svart torn · b8 svart springare · c8 svart löpare · d8 svart drottning · e8 svart kung · f8 svart löpare · g8 svart springare · h8 svart torn · a7 svart bonde · b7 svart bonde · d7 svart bonde · f7 svart bonde · g7 svart bonde · h7 svart bonde · e6 svart bonde · c5 svart bonde · e4 vit bonde · f3 vit springare · a2 vit bonde · b2 vit bonde · c2 vit bonde · d2 vit bonde · f2 vit bonde · g2 vit bonde · h2 vit bonde · a1 vit torn · b1 vit springare · c1 vit löpare · d1 vit drottning · e1 vit kung · f1 vit löpare · h1 vit torn | a8 svart torn · b8 svart springare · c8 svart löpare · d8 svart drottning · e8 svart kung · f8 svart löpare · g8 svart springare · h8 svart torn · a7 svart bonde · b7 svart bonde · d7 svart bonde · f7 svart bonde · g7 svart bonde · h7 svart bonde · e6 svart bonde · c5 svart bonde · e4 vit bonde · f3 vit springare · a2 vit bonde · b2 vit bonde · c2 vit bonde · d2 vit bonde · f2 vit bonde · g2 vit bonde · h2 vit bonde · a1 vit torn · b1 vit springare · c1 vit löpare · d1 vit drottning · e1 vit kung · f1 vit löpare · h1 vit torn | a8 svart torn · b8 svart springare · c8 svart löpare · d8 svart drottning · e8 svart kung · f8 svart löpare · g8 svart springare · h8 svart torn · a7 svart bonde · b7 svart bonde · d7 svart bonde · f7 svart bonde · g7 svart bonde · h7 svart bonde · e6 svart bonde · c5 svart bonde · e4 vit bonde · f3 vit springare · a2 vit bonde · b2 vit bonde · c2 vit bonde · d2 vit bonde · f2 vit bonde · g2 vit bonde · h2 vit bonde · a1 vit torn · b1 vit springare · c1 vit löpare · d1 vit drottning · e1 vit kung · f1 vit löpare · h1 vit torn | 4 |
| 3 | a8 svart torn · b8 svart springare · c8 svart löpare · d8 svart drottning · e8 svart kung · f8 svart löpare · g8 svart springare · h8 svart torn · a7 svart bonde · b7 svart bonde · d7 svart bonde · f7 svart bonde · g7 svart bonde · h7 svart bonde · e6 svart bonde · c5 svart bonde · e4 vit bonde · f3 vit springare · a2 vit bonde · b2 vit bonde · c2 vit bonde · d2 vit bonde · f2 vit bonde · g2 vit bonde · h2 vit bonde · a1 vit torn · b1 vit springare · c1 vit löpare · d1 vit drottning · e1 vit kung · f1 vit löpare · h1 vit torn | a8 svart torn · b8 svart springare · c8 svart löpare · d8 svart drottning · e8 svart kung · f8 svart löpare · g8 svart springare · h8 svart torn · a7 svart bonde · b7 svart bonde · d7 svart bonde · f7 svart bonde · g7 svart bonde · h7 svart bonde · e6 svart bonde · c5 svart bonde · e4 vit bonde · f3 vit springare · a2 vit bonde · b2 vit bonde · c2 vit bonde · d2 vit bonde · f2 vit bonde · g2 vit bonde · h2 vit bonde · a1 vit torn · b1 vit springare · c1 vit löpare · d1 vit drottning · e1 vit kung · f1 vit löpare · h1 vit torn | a8 svart torn · b8 svart springare · c8 svart löpare · d8 svart drottning · e8 svart kung · f8 svart löpare · g8 svart springare · h8 svart torn · a7 svart bonde · b7 svart bonde · d7 svart bonde · f7 svart bonde · g7 svart bonde · h7 svart bonde · e6 svart bonde · c5 svart bonde · e4 vit bonde · f3 vit springare · a2 vit bonde · b2 vit bonde · c2 vit bonde · d2 vit bonde · f2 vit bonde · g2 vit bonde · h2 vit bonde · a1 vit torn · b1 vit springare · c1 vit löpare · d1 vit drottning · e1 vit kung · f1 vit löpare · h1 vit torn | a8 svart torn · b8 svart springare · c8 svart löpare · d8 svart drottning · e8 svart kung · f8 svart löpare · g8 svart springare · h8 svart torn · a7 svart bonde · b7 svart bonde · d7 svart bonde · f7 svart bonde · g7 svart bonde · h7 svart bonde · e6 svart bonde · c5 svart bonde · e4 vit bonde · f3 vit springare · a2 vit bonde · b2 vit bonde · c2 vit bonde · d2 vit bonde · f2 vit bonde · g2 vit bonde · h2 vit bonde · a1 vit torn · b1 vit springare · c1 vit löpare · d1 vit drottning · e1 vit kung · f1 vit löpare · h1 vit torn | a8 svart torn · b8 svart springare · c8 svart löpare · d8 svart drottning · e8 svart kung · f8 svart löpare · g8 svart springare · h8 svart torn · a7 svart bonde · b7 svart bonde · d7 svart bonde · f7 svart bonde · g7 svart bonde · h7 svart bonde · e6 svart bonde · c5 svart bonde · e4 vit bonde · f3 vit springare · a2 vit bonde · b2 vit bonde · c2 vit bonde · d2 vit bonde · f2 vit bonde · g2 vit bonde · h2 vit bonde · a1 vit torn · b1 vit springare · c1 vit löpare · d1 vit drottning · e1 vit kung · f1 vit löpare · h1 vit torn | a8 svart torn · b8 svart springare · c8 svart löpare · d8 svart drottning · e8 svart kung · f8 svart löpare · g8 svart springare · h8 svart torn · a7 svart bonde · b7 svart bonde · d7 svart bonde · f7 svart bonde · g7 svart bonde · h7 svart bonde · e6 svart bonde · c5 svart bonde · e4 vit bonde · f3 vit springare · a2 vit bonde · b2 vit bonde · c2 vit bonde · d2 vit bonde · f2 vit bonde · g2 vit bonde · h2 vit bonde · a1 vit torn · b1 vit springare · c1 vit löpare · d1 vit drottning · e1 vit kung · f1 vit löpare · h1 vit torn | a8 svart torn · b8 svart springare · c8 svart löpare · d8 svart drottning · e8 svart kung · f8 svart löpare · g8 svart springare · h8 svart torn · a7 svart bonde · b7 svart bonde · d7 svart bonde · f7 svart bonde · g7 svart bonde · h7 svart bonde · e6 svart bonde · c5 svart bonde · e4 vit bonde · f3 vit springare · a2 vit bonde · b2 vit bonde · c2 vit bonde · d2 vit bonde · f2 vit bonde · g2 vit bonde · h2 vit bonde · a1 vit torn · b1 vit springare · c1 vit löpare · d1 vit drottning · e1 vit kung · f1 vit löpare · h1 vit torn | a8 svart torn · b8 svart springare · c8 svart löpare · d8 svart drottning · e8 svart kung · f8 svart löpare · g8 svart springare · h8 svart torn · a7 svart bonde · b7 svart bonde · d7 svart bonde · f7 svart bonde · g7 svart bonde · h7 svart bonde · e6 svart bonde · c5 svart bonde · e4 vit bonde · f3 vit springare · a2 vit bonde · b2 vit bonde · c2 vit bonde · d2 vit bonde · f2 vit bonde · g2 vit bonde · h2 vit bonde · a1 vit torn · b1 vit springare · c1 vit löpare · d1 vit drottning · e1 vit kung · f1 vit löpare · h1 vit torn | 3 |
| 2 | a8 svart torn · b8 svart springare · c8 svart löpare · d8 svart drottning · e8 svart kung · f8 svart löpare · g8 svart springare · h8 svart torn · a7 svart bonde · b7 svart bonde · d7 svart bonde · f7 svart bonde · g7 svart bonde · h7 svart bonde · e6 svart bonde · c5 svart bonde · e4 vit bonde · f3 vit springare · a2 vit bonde · b2 vit bonde · c2 vit bonde · d2 vit bonde · f2 vit bonde · g2 vit bonde · h2 vit bonde · a1 vit torn · b1 vit springare · c1 vit löpare · d1 vit drottning · e1 vit kung · f1 vit löpare · h1 vit torn | a8 svart torn · b8 svart springare · c8 svart löpare · d8 svart drottning · e8 svart kung · f8 svart löpare · g8 svart springare · h8 svart torn · a7 svart bonde · b7 svart bonde · d7 svart bonde · f7 svart bonde · g7 svart bonde · h7 svart bonde · e6 svart bonde · c5 svart bonde · e4 vit bonde · f3 vit springare · a2 vit bonde · b2 vit bonde · c2 vit bonde · d2 vit bonde · f2 vit bonde · g2 vit bonde · h2 vit bonde · a1 vit torn · b1 vit springare · c1 vit löpare · d1 vit drottning · e1 vit kung · f1 vit löpare · h1 vit torn | a8 svart torn · b8 svart springare · c8 svart löpare · d8 svart drottning · e8 svart kung · f8 svart löpare · g8 svart springare · h8 svart torn · a7 svart bonde · b7 svart bonde · d7 svart bonde · f7 svart bonde · g7 svart bonde · h7 svart bonde · e6 svart bonde · c5 svart bonde · e4 vit bonde · f3 vit springare · a2 vit bonde · b2 vit bonde · c2 vit bonde · d2 vit bonde · f2 vit bonde · g2 vit bonde · h2 vit bonde · a1 vit torn · b1 vit springare · c1 vit löpare · d1 vit drottning · e1 vit kung · f1 vit löpare · h1 vit torn | a8 svart torn · b8 svart springare · c8 svart löpare · d8 svart drottning · e8 svart kung · f8 svart löpare · g8 svart springare · h8 svart torn · a7 svart bonde · b7 svart bonde · d7 svart bonde · f7 svart bonde · g7 svart bonde · h7 svart bonde · e6 svart bonde · c5 svart bonde · e4 vit bonde · f3 vit springare · a2 vit bonde · b2 vit bonde · c2 vit bonde · d2 vit bonde · f2 vit bonde · g2 vit bonde · h2 vit bonde · a1 vit torn · b1 vit springare · c1 vit löpare · d1 vit drottning · e1 vit kung · f1 vit löpare · h1 vit torn | a8 svart torn · b8 svart springare · c8 svart löpare · d8 svart drottning · e8 svart kung · f8 svart löpare · g8 svart springare · h8 svart torn · a7 svart bonde · b7 svart bonde · d7 svart bonde · f7 svart bonde · g7 svart bonde · h7 svart bonde · e6 svart bonde · c5 svart bonde · e4 vit bonde · f3 vit springare · a2 vit bonde · b2 vit bonde · c2 vit bonde · d2 vit bonde · f2 vit bonde · g2 vit bonde · h2 vit bonde · a1 vit torn · b1 vit springare · c1 vit löpare · d1 vit drottning · e1 vit kung · f1 vit löpare · h1 vit torn | a8 svart torn · b8 svart springare · c8 svart löpare · d8 svart drottning · e8 svart kung · f8 svart löpare · g8 svart springare · h8 svart torn · a7 svart bonde · b7 svart bonde · d7 svart bonde · f7 svart bonde · g7 svart bonde · h7 svart bonde · e6 svart bonde · c5 svart bonde · e4 vit bonde · f3 vit springare · a2 vit bonde · b2 vit bonde · c2 vit bonde · d2 vit bonde · f2 vit bonde · g2 vit bonde · h2 vit bonde · a1 vit torn · b1 vit springare · c1 vit löpare · d1 vit drottning · e1 vit kung · f1 vit löpare · h1 vit torn | a8 svart torn · b8 svart springare · c8 svart löpare · d8 svart drottning · e8 svart kung · f8 svart löpare · g8 svart springare · h8 svart torn · a7 svart bonde · b7 svart bonde · d7 svart bonde · f7 svart bonde · g7 svart bonde · h7 svart bonde · e6 svart bonde · c5 svart bonde · e4 vit bonde · f3 vit springare · a2 vit bonde · b2 vit bonde · c2 vit bonde · d2 vit bonde · f2 vit bonde · g2 vit bonde · h2 vit bonde · a1 vit torn · b1 vit springare · c1 vit löpare · d1 vit drottning · e1 vit kung · f1 vit löpare · h1 vit torn | a8 svart torn · b8 svart springare · c8 svart löpare · d8 svart drottning · e8 svart kung · f8 svart löpare · g8 svart springare · h8 svart torn · a7 svart bonde · b7 svart bonde · d7 svart bonde · f7 svart bonde · g7 svart bonde · h7 svart bonde · e6 svart bonde · c5 svart bonde · e4 vit bonde · f3 vit springare · a2 vit bonde · b2 vit bonde · c2 vit bonde · d2 vit bonde · f2 vit bonde · g2 vit bonde · h2 vit bonde · a1 vit torn · b1 vit springare · c1 vit löpare · d1 vit drottning · e1 vit kung · f1 vit löpare · h1 vit torn | 2 |
| 1 | a8 svart torn · b8 svart springare · c8 svart löpare · d8 svart drottning · e8 svart kung · f8 svart löpare · g8 svart springare · h8 svart torn · a7 svart bonde · b7 svart bonde · d7 svart bonde · f7 svart bonde · g7 svart bonde · h7 svart bonde · e6 svart bonde · c5 svart bonde · e4 vit bonde · f3 vit springare · a2 vit bonde · b2 vit bonde · c2 vit bonde · d2 vit bonde · f2 vit bonde · g2 vit bonde · h2 vit bonde · a1 vit torn · b1 vit springare · c1 vit löpare · d1 vit drottning · e1 vit kung · f1 vit löpare · h1 vit torn | a8 svart torn · b8 svart springare · c8 svart löpare · d8 svart drottning · e8 svart kung · f8 svart löpare · g8 svart springare · h8 svart torn · a7 svart bonde · b7 svart bonde · d7 svart bonde · f7 svart bonde · g7 svart bonde · h7 svart bonde · e6 svart bonde · c5 svart bonde · e4 vit bonde · f3 vit springare · a2 vit bonde · b2 vit bonde · c2 vit bonde · d2 vit bonde · f2 vit bonde · g2 vit bonde · h2 vit bonde · a1 vit torn · b1 vit springare · c1 vit löpare · d1 vit drottning · e1 vit kung · f1 vit löpare · h1 vit torn | a8 svart torn · b8 svart springare · c8 svart löpare · d8 svart drottning · e8 svart kung · f8 svart löpare · g8 svart springare · h8 svart torn · a7 svart bonde · b7 svart bonde · d7 svart bonde · f7 svart bonde · g7 svart bonde · h7 svart bonde · e6 svart bonde · c5 svart bonde · e4 vit bonde · f3 vit springare · a2 vit bonde · b2 vit bonde · c2 vit bonde · d2 vit bonde · f2 vit bonde · g2 vit bonde · h2 vit bonde · a1 vit torn · b1 vit springare · c1 vit löpare · d1 vit drottning · e1 vit kung · f1 vit löpare · h1 vit torn | a8 svart torn · b8 svart springare · c8 svart löpare · d8 svart drottning · e8 svart kung · f8 svart löpare · g8 svart springare · h8 svart torn · a7 svart bonde · b7 svart bonde · d7 svart bonde · f7 svart bonde · g7 svart bonde · h7 svart bonde · e6 svart bonde · c5 svart bonde · e4 vit bonde · f3 vit springare · a2 vit bonde · b2 vit bonde · c2 vit bonde · d2 vit bonde · f2 vit bonde · g2 vit bonde · h2 vit bonde · a1 vit torn · b1 vit springare · c1 vit löpare · d1 vit drottning · e1 vit kung · f1 vit löpare · h1 vit torn | a8 svart torn · b8 svart springare · c8 svart löpare · d8 svart drottning · e8 svart kung · f8 svart löpare · g8 svart springare · h8 svart torn · a7 svart bonde · b7 svart bonde · d7 svart bonde · f7 svart bonde · g7 svart bonde · h7 svart bonde · e6 svart bonde · c5 svart bonde · e4 vit bonde · f3 vit springare · a2 vit bonde · b2 vit bonde · c2 vit bonde · d2 vit bonde · f2 vit bonde · g2 vit bonde · h2 vit bonde · a1 vit torn · b1 vit springare · c1 vit löpare · d1 vit drottning · e1 vit kung · f1 vit löpare · h1 vit torn | a8 svart torn · b8 svart springare · c8 svart löpare · d8 svart drottning · e8 svart kung · f8 svart löpare · g8 svart springare · h8 svart torn · a7 svart bonde · b7 svart bonde · d7 svart bonde · f7 svart bonde · g7 svart bonde · h7 svart bonde · e6 svart bonde · c5 svart bonde · e4 vit bonde · f3 vit springare · a2 vit bonde · b2 vit bonde · c2 vit bonde · d2 vit bonde · f2 vit bonde · g2 vit bonde · h2 vit bonde · a1 vit torn · b1 vit springare · c1 vit löpare · d1 vit drottning · e1 vit kung · f1 vit löpare · h1 vit torn | a8 svart torn · b8 svart springare · c8 svart löpare · d8 svart drottning · e8 svart kung · f8 svart löpare · g8 svart springare · h8 svart torn · a7 svart bonde · b7 svart bonde · d7 svart bonde · f7 svart bonde · g7 svart bonde · h7 svart bonde · e6 svart bonde · c5 svart bonde · e4 vit bonde · f3 vit springare · a2 vit bonde · b2 vit bonde · c2 vit bonde · d2 vit bonde · f2 vit bonde · g2 vit bonde · h2 vit bonde · a1 vit torn · b1 vit springare · c1 vit löpare · d1 vit drottning · e1 vit kung · f1 vit löpare · h1 vit torn | a8 svart torn · b8 svart springare · c8 svart löpare · d8 svart drottning · e8 svart kung · f8 svart löpare · g8 svart springare · h8 svart torn · a7 svart bonde · b7 svart bonde · d7 svart bonde · f7 svart bonde · g7 svart bonde · h7 svart bonde · e6 svart bonde · c5 svart bonde · e4 vit bonde · f3 vit springare · a2 vit bonde · b2 vit bonde · c2 vit bonde · d2 vit bonde · f2 vit bonde · g2 vit bonde · h2 vit bonde · a1 vit torn · b1 vit springare · c1 vit löpare · d1 vit drottning · e1 vit kung · f1 vit löpare · h1 vit torn | 1 |
|   | a | b | c | d | e | f | g | h |   |

B40 Sicilianskt
1.e4 c5 2.Sf3 e6
B41 Sicilianskt, Kanvarianten
1.e4 c5 2.Sf3 e6 3.d4 cxd4 4.Sxd4 a6
B42 Sicilianskt, Kanvarianten
1.e4 c5 2.Sf3 e6 3.d4 cxd4 4.Sxd4 a6 5.Ld3
B43 Sicilianskt, Kanvarianten, 5.Sc3
1.e4 c5 2.Sf3 e6 3.d4 cxd4 4.Sxd4 a6 5.Sc3
B44 Sicilianskt
1.e4 c5 2.Sf3 e6 3.d4 cxd4 4.Sxd4 Sc6
B45 Sicilianskt, Tajmanovvarianten
1.e4 c5 2.Sf3 e6 3.d4 cxd4 4.Sxd4 Sc6 5.Sc3
B46 Sicilianskt, Tajmanovvarianten
1.e4 c5 2.Sf3 e6 3.d4 cxd4 4.Sxd4 Sc6 5.Sc3 a6
B47 Sicilianskt, Tajmanovvarianten (Bastrikov)
1.e4 c5 2.Sf3 e6 3.d4 cxd4 4.Sxd4 Sc6 5.Sc3 Dc7
B48 Sicilianskt, Tajmanovvarianten
1.e4 c5 2.Sf3 e6 3.d4 cxd4 4.Sxd4 Sc6 5.Sc3 Dc7 6.Le3
B49 Sicilianskt, Tajmanovvarianten
1.e4 c5 2.Sf3 e6 3.d4 cxd4 4.Sxd4 Sc6 5.Sc3 Dc7 6.Le3 a6 7.Le2
|   | a | b | c | d | e | f | g | h |   |
| 8 | a8 svart torn · b8 svart springare · c8 svart löpare · d8 svart drottning · e8 svart kung · f8 svart löpare · g8 svart springare · h8 svart torn · a7 svart bonde · b7 svart bonde · e7 svart bonde · f7 svart bonde · g7 svart bonde · h7 svart bonde · d6 svart bonde · c5 svart bonde · e4 vit bonde · f3 vit springare · a2 vit bonde · b2 vit bonde · c2 vit bonde · d2 vit bonde · f2 vit bonde · g2 vit bonde · h2 vit bonde · a1 vit torn · b1 vit springare · c1 vit löpare · d1 vit drottning · e1 vit kung · f1 vit löpare · h1 vit torn | a8 svart torn · b8 svart springare · c8 svart löpare · d8 svart drottning · e8 svart kung · f8 svart löpare · g8 svart springare · h8 svart torn · a7 svart bonde · b7 svart bonde · e7 svart bonde · f7 svart bonde · g7 svart bonde · h7 svart bonde · d6 svart bonde · c5 svart bonde · e4 vit bonde · f3 vit springare · a2 vit bonde · b2 vit bonde · c2 vit bonde · d2 vit bonde · f2 vit bonde · g2 vit bonde · h2 vit bonde · a1 vit torn · b1 vit springare · c1 vit löpare · d1 vit drottning · e1 vit kung · f1 vit löpare · h1 vit torn | a8 svart torn · b8 svart springare · c8 svart löpare · d8 svart drottning · e8 svart kung · f8 svart löpare · g8 svart springare · h8 svart torn · a7 svart bonde · b7 svart bonde · e7 svart bonde · f7 svart bonde · g7 svart bonde · h7 svart bonde · d6 svart bonde · c5 svart bonde · e4 vit bonde · f3 vit springare · a2 vit bonde · b2 vit bonde · c2 vit bonde · d2 vit bonde · f2 vit bonde · g2 vit bonde · h2 vit bonde · a1 vit torn · b1 vit springare · c1 vit löpare · d1 vit drottning · e1 vit kung · f1 vit löpare · h1 vit torn | a8 svart torn · b8 svart springare · c8 svart löpare · d8 svart drottning · e8 svart kung · f8 svart löpare · g8 svart springare · h8 svart torn · a7 svart bonde · b7 svart bonde · e7 svart bonde · f7 svart bonde · g7 svart bonde · h7 svart bonde · d6 svart bonde · c5 svart bonde · e4 vit bonde · f3 vit springare · a2 vit bonde · b2 vit bonde · c2 vit bonde · d2 vit bonde · f2 vit bonde · g2 vit bonde · h2 vit bonde · a1 vit torn · b1 vit springare · c1 vit löpare · d1 vit drottning · e1 vit kung · f1 vit löpare · h1 vit torn | a8 svart torn · b8 svart springare · c8 svart löpare · d8 svart drottning · e8 svart kung · f8 svart löpare · g8 svart springare · h8 svart torn · a7 svart bonde · b7 svart bonde · e7 svart bonde · f7 svart bonde · g7 svart bonde · h7 svart bonde · d6 svart bonde · c5 svart bonde · e4 vit bonde · f3 vit springare · a2 vit bonde · b2 vit bonde · c2 vit bonde · d2 vit bonde · f2 vit bonde · g2 vit bonde · h2 vit bonde · a1 vit torn · b1 vit springare · c1 vit löpare · d1 vit drottning · e1 vit kung · f1 vit löpare · h1 vit torn | a8 svart torn · b8 svart springare · c8 svart löpare · d8 svart drottning · e8 svart kung · f8 svart löpare · g8 svart springare · h8 svart torn · a7 svart bonde · b7 svart bonde · e7 svart bonde · f7 svart bonde · g7 svart bonde · h7 svart bonde · d6 svart bonde · c5 svart bonde · e4 vit bonde · f3 vit springare · a2 vit bonde · b2 vit bonde · c2 vit bonde · d2 vit bonde · f2 vit bonde · g2 vit bonde · h2 vit bonde · a1 vit torn · b1 vit springare · c1 vit löpare · d1 vit drottning · e1 vit kung · f1 vit löpare · h1 vit torn | a8 svart torn · b8 svart springare · c8 svart löpare · d8 svart drottning · e8 svart kung · f8 svart löpare · g8 svart springare · h8 svart torn · a7 svart bonde · b7 svart bonde · e7 svart bonde · f7 svart bonde · g7 svart bonde · h7 svart bonde · d6 svart bonde · c5 svart bonde · e4 vit bonde · f3 vit springare · a2 vit bonde · b2 vit bonde · c2 vit bonde · d2 vit bonde · f2 vit bonde · g2 vit bonde · h2 vit bonde · a1 vit torn · b1 vit springare · c1 vit löpare · d1 vit drottning · e1 vit kung · f1 vit löpare · h1 vit torn | a8 svart torn · b8 svart springare · c8 svart löpare · d8 svart drottning · e8 svart kung · f8 svart löpare · g8 svart springare · h8 svart torn · a7 svart bonde · b7 svart bonde · e7 svart bonde · f7 svart bonde · g7 svart bonde · h7 svart bonde · d6 svart bonde · c5 svart bonde · e4 vit bonde · f3 vit springare · a2 vit bonde · b2 vit bonde · c2 vit bonde · d2 vit bonde · f2 vit bonde · g2 vit bonde · h2 vit bonde · a1 vit torn · b1 vit springare · c1 vit löpare · d1 vit drottning · e1 vit kung · f1 vit löpare · h1 vit torn | 8 |
| 7 | a8 svart torn · b8 svart springare · c8 svart löpare · d8 svart drottning · e8 svart kung · f8 svart löpare · g8 svart springare · h8 svart torn · a7 svart bonde · b7 svart bonde · e7 svart bonde · f7 svart bonde · g7 svart bonde · h7 svart bonde · d6 svart bonde · c5 svart bonde · e4 vit bonde · f3 vit springare · a2 vit bonde · b2 vit bonde · c2 vit bonde · d2 vit bonde · f2 vit bonde · g2 vit bonde · h2 vit bonde · a1 vit torn · b1 vit springare · c1 vit löpare · d1 vit drottning · e1 vit kung · f1 vit löpare · h1 vit torn | a8 svart torn · b8 svart springare · c8 svart löpare · d8 svart drottning · e8 svart kung · f8 svart löpare · g8 svart springare · h8 svart torn · a7 svart bonde · b7 svart bonde · e7 svart bonde · f7 svart bonde · g7 svart bonde · h7 svart bonde · d6 svart bonde · c5 svart bonde · e4 vit bonde · f3 vit springare · a2 vit bonde · b2 vit bonde · c2 vit bonde · d2 vit bonde · f2 vit bonde · g2 vit bonde · h2 vit bonde · a1 vit torn · b1 vit springare · c1 vit löpare · d1 vit drottning · e1 vit kung · f1 vit löpare · h1 vit torn | a8 svart torn · b8 svart springare · c8 svart löpare · d8 svart drottning · e8 svart kung · f8 svart löpare · g8 svart springare · h8 svart torn · a7 svart bonde · b7 svart bonde · e7 svart bonde · f7 svart bonde · g7 svart bonde · h7 svart bonde · d6 svart bonde · c5 svart bonde · e4 vit bonde · f3 vit springare · a2 vit bonde · b2 vit bonde · c2 vit bonde · d2 vit bonde · f2 vit bonde · g2 vit bonde · h2 vit bonde · a1 vit torn · b1 vit springare · c1 vit löpare · d1 vit drottning · e1 vit kung · f1 vit löpare · h1 vit torn | a8 svart torn · b8 svart springare · c8 svart löpare · d8 svart drottning · e8 svart kung · f8 svart löpare · g8 svart springare · h8 svart torn · a7 svart bonde · b7 svart bonde · e7 svart bonde · f7 svart bonde · g7 svart bonde · h7 svart bonde · d6 svart bonde · c5 svart bonde · e4 vit bonde · f3 vit springare · a2 vit bonde · b2 vit bonde · c2 vit bonde · d2 vit bonde · f2 vit bonde · g2 vit bonde · h2 vit bonde · a1 vit torn · b1 vit springare · c1 vit löpare · d1 vit drottning · e1 vit kung · f1 vit löpare · h1 vit torn | a8 svart torn · b8 svart springare · c8 svart löpare · d8 svart drottning · e8 svart kung · f8 svart löpare · g8 svart springare · h8 svart torn · a7 svart bonde · b7 svart bonde · e7 svart bonde · f7 svart bonde · g7 svart bonde · h7 svart bonde · d6 svart bonde · c5 svart bonde · e4 vit bonde · f3 vit springare · a2 vit bonde · b2 vit bonde · c2 vit bonde · d2 vit bonde · f2 vit bonde · g2 vit bonde · h2 vit bonde · a1 vit torn · b1 vit springare · c1 vit löpare · d1 vit drottning · e1 vit kung · f1 vit löpare · h1 vit torn | a8 svart torn · b8 svart springare · c8 svart löpare · d8 svart drottning · e8 svart kung · f8 svart löpare · g8 svart springare · h8 svart torn · a7 svart bonde · b7 svart bonde · e7 svart bonde · f7 svart bonde · g7 svart bonde · h7 svart bonde · d6 svart bonde · c5 svart bonde · e4 vit bonde · f3 vit springare · a2 vit bonde · b2 vit bonde · c2 vit bonde · d2 vit bonde · f2 vit bonde · g2 vit bonde · h2 vit bonde · a1 vit torn · b1 vit springare · c1 vit löpare · d1 vit drottning · e1 vit kung · f1 vit löpare · h1 vit torn | a8 svart torn · b8 svart springare · c8 svart löpare · d8 svart drottning · e8 svart kung · f8 svart löpare · g8 svart springare · h8 svart torn · a7 svart bonde · b7 svart bonde · e7 svart bonde · f7 svart bonde · g7 svart bonde · h7 svart bonde · d6 svart bonde · c5 svart bonde · e4 vit bonde · f3 vit springare · a2 vit bonde · b2 vit bonde · c2 vit bonde · d2 vit bonde · f2 vit bonde · g2 vit bonde · h2 vit bonde · a1 vit torn · b1 vit springare · c1 vit löpare · d1 vit drottning · e1 vit kung · f1 vit löpare · h1 vit torn | a8 svart torn · b8 svart springare · c8 svart löpare · d8 svart drottning · e8 svart kung · f8 svart löpare · g8 svart springare · h8 svart torn · a7 svart bonde · b7 svart bonde · e7 svart bonde · f7 svart bonde · g7 svart bonde · h7 svart bonde · d6 svart bonde · c5 svart bonde · e4 vit bonde · f3 vit springare · a2 vit bonde · b2 vit bonde · c2 vit bonde · d2 vit bonde · f2 vit bonde · g2 vit bonde · h2 vit bonde · a1 vit torn · b1 vit springare · c1 vit löpare · d1 vit drottning · e1 vit kung · f1 vit löpare · h1 vit torn | 7 |
| 6 | a8 svart torn · b8 svart springare · c8 svart löpare · d8 svart drottning · e8 svart kung · f8 svart löpare · g8 svart springare · h8 svart torn · a7 svart bonde · b7 svart bonde · e7 svart bonde · f7 svart bonde · g7 svart bonde · h7 svart bonde · d6 svart bonde · c5 svart bonde · e4 vit bonde · f3 vit springare · a2 vit bonde · b2 vit bonde · c2 vit bonde · d2 vit bonde · f2 vit bonde · g2 vit bonde · h2 vit bonde · a1 vit torn · b1 vit springare · c1 vit löpare · d1 vit drottning · e1 vit kung · f1 vit löpare · h1 vit torn | a8 svart torn · b8 svart springare · c8 svart löpare · d8 svart drottning · e8 svart kung · f8 svart löpare · g8 svart springare · h8 svart torn · a7 svart bonde · b7 svart bonde · e7 svart bonde · f7 svart bonde · g7 svart bonde · h7 svart bonde · d6 svart bonde · c5 svart bonde · e4 vit bonde · f3 vit springare · a2 vit bonde · b2 vit bonde · c2 vit bonde · d2 vit bonde · f2 vit bonde · g2 vit bonde · h2 vit bonde · a1 vit torn · b1 vit springare · c1 vit löpare · d1 vit drottning · e1 vit kung · f1 vit löpare · h1 vit torn | a8 svart torn · b8 svart springare · c8 svart löpare · d8 svart drottning · e8 svart kung · f8 svart löpare · g8 svart springare · h8 svart torn · a7 svart bonde · b7 svart bonde · e7 svart bonde · f7 svart bonde · g7 svart bonde · h7 svart bonde · d6 svart bonde · c5 svart bonde · e4 vit bonde · f3 vit springare · a2 vit bonde · b2 vit bonde · c2 vit bonde · d2 vit bonde · f2 vit bonde · g2 vit bonde · h2 vit bonde · a1 vit torn · b1 vit springare · c1 vit löpare · d1 vit drottning · e1 vit kung · f1 vit löpare · h1 vit torn | a8 svart torn · b8 svart springare · c8 svart löpare · d8 svart drottning · e8 svart kung · f8 svart löpare · g8 svart springare · h8 svart torn · a7 svart bonde · b7 svart bonde · e7 svart bonde · f7 svart bonde · g7 svart bonde · h7 svart bonde · d6 svart bonde · c5 svart bonde · e4 vit bonde · f3 vit springare · a2 vit bonde · b2 vit bonde · c2 vit bonde · d2 vit bonde · f2 vit bonde · g2 vit bonde · h2 vit bonde · a1 vit torn · b1 vit springare · c1 vit löpare · d1 vit drottning · e1 vit kung · f1 vit löpare · h1 vit torn | a8 svart torn · b8 svart springare · c8 svart löpare · d8 svart drottning · e8 svart kung · f8 svart löpare · g8 svart springare · h8 svart torn · a7 svart bonde · b7 svart bonde · e7 svart bonde · f7 svart bonde · g7 svart bonde · h7 svart bonde · d6 svart bonde · c5 svart bonde · e4 vit bonde · f3 vit springare · a2 vit bonde · b2 vit bonde · c2 vit bonde · d2 vit bonde · f2 vit bonde · g2 vit bonde · h2 vit bonde · a1 vit torn · b1 vit springare · c1 vit löpare · d1 vit drottning · e1 vit kung · f1 vit löpare · h1 vit torn | a8 svart torn · b8 svart springare · c8 svart löpare · d8 svart drottning · e8 svart kung · f8 svart löpare · g8 svart springare · h8 svart torn · a7 svart bonde · b7 svart bonde · e7 svart bonde · f7 svart bonde · g7 svart bonde · h7 svart bonde · d6 svart bonde · c5 svart bonde · e4 vit bonde · f3 vit springare · a2 vit bonde · b2 vit bonde · c2 vit bonde · d2 vit bonde · f2 vit bonde · g2 vit bonde · h2 vit bonde · a1 vit torn · b1 vit springare · c1 vit löpare · d1 vit drottning · e1 vit kung · f1 vit löpare · h1 vit torn | a8 svart torn · b8 svart springare · c8 svart löpare · d8 svart drottning · e8 svart kung · f8 svart löpare · g8 svart springare · h8 svart torn · a7 svart bonde · b7 svart bonde · e7 svart bonde · f7 svart bonde · g7 svart bonde · h7 svart bonde · d6 svart bonde · c5 svart bonde · e4 vit bonde · f3 vit springare · a2 vit bonde · b2 vit bonde · c2 vit bonde · d2 vit bonde · f2 vit bonde · g2 vit bonde · h2 vit bonde · a1 vit torn · b1 vit springare · c1 vit löpare · d1 vit drottning · e1 vit kung · f1 vit löpare · h1 vit torn | a8 svart torn · b8 svart springare · c8 svart löpare · d8 svart drottning · e8 svart kung · f8 svart löpare · g8 svart springare · h8 svart torn · a7 svart bonde · b7 svart bonde · e7 svart bonde · f7 svart bonde · g7 svart bonde · h7 svart bonde · d6 svart bonde · c5 svart bonde · e4 vit bonde · f3 vit springare · a2 vit bonde · b2 vit bonde · c2 vit bonde · d2 vit bonde · f2 vit bonde · g2 vit bonde · h2 vit bonde · a1 vit torn · b1 vit springare · c1 vit löpare · d1 vit drottning · e1 vit kung · f1 vit löpare · h1 vit torn | 6 |
| 5 | a8 svart torn · b8 svart springare · c8 svart löpare · d8 svart drottning · e8 svart kung · f8 svart löpare · g8 svart springare · h8 svart torn · a7 svart bonde · b7 svart bonde · e7 svart bonde · f7 svart bonde · g7 svart bonde · h7 svart bonde · d6 svart bonde · c5 svart bonde · e4 vit bonde · f3 vit springare · a2 vit bonde · b2 vit bonde · c2 vit bonde · d2 vit bonde · f2 vit bonde · g2 vit bonde · h2 vit bonde · a1 vit torn · b1 vit springare · c1 vit löpare · d1 vit drottning · e1 vit kung · f1 vit löpare · h1 vit torn | a8 svart torn · b8 svart springare · c8 svart löpare · d8 svart drottning · e8 svart kung · f8 svart löpare · g8 svart springare · h8 svart torn · a7 svart bonde · b7 svart bonde · e7 svart bonde · f7 svart bonde · g7 svart bonde · h7 svart bonde · d6 svart bonde · c5 svart bonde · e4 vit bonde · f3 vit springare · a2 vit bonde · b2 vit bonde · c2 vit bonde · d2 vit bonde · f2 vit bonde · g2 vit bonde · h2 vit bonde · a1 vit torn · b1 vit springare · c1 vit löpare · d1 vit drottning · e1 vit kung · f1 vit löpare · h1 vit torn | a8 svart torn · b8 svart springare · c8 svart löpare · d8 svart drottning · e8 svart kung · f8 svart löpare · g8 svart springare · h8 svart torn · a7 svart bonde · b7 svart bonde · e7 svart bonde · f7 svart bonde · g7 svart bonde · h7 svart bonde · d6 svart bonde · c5 svart bonde · e4 vit bonde · f3 vit springare · a2 vit bonde · b2 vit bonde · c2 vit bonde · d2 vit bonde · f2 vit bonde · g2 vit bonde · h2 vit bonde · a1 vit torn · b1 vit springare · c1 vit löpare · d1 vit drottning · e1 vit kung · f1 vit löpare · h1 vit torn | a8 svart torn · b8 svart springare · c8 svart löpare · d8 svart drottning · e8 svart kung · f8 svart löpare · g8 svart springare · h8 svart torn · a7 svart bonde · b7 svart bonde · e7 svart bonde · f7 svart bonde · g7 svart bonde · h7 svart bonde · d6 svart bonde · c5 svart bonde · e4 vit bonde · f3 vit springare · a2 vit bonde · b2 vit bonde · c2 vit bonde · d2 vit bonde · f2 vit bonde · g2 vit bonde · h2 vit bonde · a1 vit torn · b1 vit springare · c1 vit löpare · d1 vit drottning · e1 vit kung · f1 vit löpare · h1 vit torn | a8 svart torn · b8 svart springare · c8 svart löpare · d8 svart drottning · e8 svart kung · f8 svart löpare · g8 svart springare · h8 svart torn · a7 svart bonde · b7 svart bonde · e7 svart bonde · f7 svart bonde · g7 svart bonde · h7 svart bonde · d6 svart bonde · c5 svart bonde · e4 vit bonde · f3 vit springare · a2 vit bonde · b2 vit bonde · c2 vit bonde · d2 vit bonde · f2 vit bonde · g2 vit bonde · h2 vit bonde · a1 vit torn · b1 vit springare · c1 vit löpare · d1 vit drottning · e1 vit kung · f1 vit löpare · h1 vit torn | a8 svart torn · b8 svart springare · c8 svart löpare · d8 svart drottning · e8 svart kung · f8 svart löpare · g8 svart springare · h8 svart torn · a7 svart bonde · b7 svart bonde · e7 svart bonde · f7 svart bonde · g7 svart bonde · h7 svart bonde · d6 svart bonde · c5 svart bonde · e4 vit bonde · f3 vit springare · a2 vit bonde · b2 vit bonde · c2 vit bonde · d2 vit bonde · f2 vit bonde · g2 vit bonde · h2 vit bonde · a1 vit torn · b1 vit springare · c1 vit löpare · d1 vit drottning · e1 vit kung · f1 vit löpare · h1 vit torn | a8 svart torn · b8 svart springare · c8 svart löpare · d8 svart drottning · e8 svart kung · f8 svart löpare · g8 svart springare · h8 svart torn · a7 svart bonde · b7 svart bonde · e7 svart bonde · f7 svart bonde · g7 svart bonde · h7 svart bonde · d6 svart bonde · c5 svart bonde · e4 vit bonde · f3 vit springare · a2 vit bonde · b2 vit bonde · c2 vit bonde · d2 vit bonde · f2 vit bonde · g2 vit bonde · h2 vit bonde · a1 vit torn · b1 vit springare · c1 vit löpare · d1 vit drottning · e1 vit kung · f1 vit löpare · h1 vit torn | a8 svart torn · b8 svart springare · c8 svart löpare · d8 svart drottning · e8 svart kung · f8 svart löpare · g8 svart springare · h8 svart torn · a7 svart bonde · b7 svart bonde · e7 svart bonde · f7 svart bonde · g7 svart bonde · h7 svart bonde · d6 svart bonde · c5 svart bonde · e4 vit bonde · f3 vit springare · a2 vit bonde · b2 vit bonde · c2 vit bonde · d2 vit bonde · f2 vit bonde · g2 vit bonde · h2 vit bonde · a1 vit torn · b1 vit springare · c1 vit löpare · d1 vit drottning · e1 vit kung · f1 vit löpare · h1 vit torn | 5 |
| 4 | a8 svart torn · b8 svart springare · c8 svart löpare · d8 svart drottning · e8 svart kung · f8 svart löpare · g8 svart springare · h8 svart torn · a7 svart bonde · b7 svart bonde · e7 svart bonde · f7 svart bonde · g7 svart bonde · h7 svart bonde · d6 svart bonde · c5 svart bonde · e4 vit bonde · f3 vit springare · a2 vit bonde · b2 vit bonde · c2 vit bonde · d2 vit bonde · f2 vit bonde · g2 vit bonde · h2 vit bonde · a1 vit torn · b1 vit springare · c1 vit löpare · d1 vit drottning · e1 vit kung · f1 vit löpare · h1 vit torn | a8 svart torn · b8 svart springare · c8 svart löpare · d8 svart drottning · e8 svart kung · f8 svart löpare · g8 svart springare · h8 svart torn · a7 svart bonde · b7 svart bonde · e7 svart bonde · f7 svart bonde · g7 svart bonde · h7 svart bonde · d6 svart bonde · c5 svart bonde · e4 vit bonde · f3 vit springare · a2 vit bonde · b2 vit bonde · c2 vit bonde · d2 vit bonde · f2 vit bonde · g2 vit bonde · h2 vit bonde · a1 vit torn · b1 vit springare · c1 vit löpare · d1 vit drottning · e1 vit kung · f1 vit löpare · h1 vit torn | a8 svart torn · b8 svart springare · c8 svart löpare · d8 svart drottning · e8 svart kung · f8 svart löpare · g8 svart springare · h8 svart torn · a7 svart bonde · b7 svart bonde · e7 svart bonde · f7 svart bonde · g7 svart bonde · h7 svart bonde · d6 svart bonde · c5 svart bonde · e4 vit bonde · f3 vit springare · a2 vit bonde · b2 vit bonde · c2 vit bonde · d2 vit bonde · f2 vit bonde · g2 vit bonde · h2 vit bonde · a1 vit torn · b1 vit springare · c1 vit löpare · d1 vit drottning · e1 vit kung · f1 vit löpare · h1 vit torn | a8 svart torn · b8 svart springare · c8 svart löpare · d8 svart drottning · e8 svart kung · f8 svart löpare · g8 svart springare · h8 svart torn · a7 svart bonde · b7 svart bonde · e7 svart bonde · f7 svart bonde · g7 svart bonde · h7 svart bonde · d6 svart bonde · c5 svart bonde · e4 vit bonde · f3 vit springare · a2 vit bonde · b2 vit bonde · c2 vit bonde · d2 vit bonde · f2 vit bonde · g2 vit bonde · h2 vit bonde · a1 vit torn · b1 vit springare · c1 vit löpare · d1 vit drottning · e1 vit kung · f1 vit löpare · h1 vit torn | a8 svart torn · b8 svart springare · c8 svart löpare · d8 svart drottning · e8 svart kung · f8 svart löpare · g8 svart springare · h8 svart torn · a7 svart bonde · b7 svart bonde · e7 svart bonde · f7 svart bonde · g7 svart bonde · h7 svart bonde · d6 svart bonde · c5 svart bonde · e4 vit bonde · f3 vit springare · a2 vit bonde · b2 vit bonde · c2 vit bonde · d2 vit bonde · f2 vit bonde · g2 vit bonde · h2 vit bonde · a1 vit torn · b1 vit springare · c1 vit löpare · d1 vit drottning · e1 vit kung · f1 vit löpare · h1 vit torn | a8 svart torn · b8 svart springare · c8 svart löpare · d8 svart drottning · e8 svart kung · f8 svart löpare · g8 svart springare · h8 svart torn · a7 svart bonde · b7 svart bonde · e7 svart bonde · f7 svart bonde · g7 svart bonde · h7 svart bonde · d6 svart bonde · c5 svart bonde · e4 vit bonde · f3 vit springare · a2 vit bonde · b2 vit bonde · c2 vit bonde · d2 vit bonde · f2 vit bonde · g2 vit bonde · h2 vit bonde · a1 vit torn · b1 vit springare · c1 vit löpare · d1 vit drottning · e1 vit kung · f1 vit löpare · h1 vit torn | a8 svart torn · b8 svart springare · c8 svart löpare · d8 svart drottning · e8 svart kung · f8 svart löpare · g8 svart springare · h8 svart torn · a7 svart bonde · b7 svart bonde · e7 svart bonde · f7 svart bonde · g7 svart bonde · h7 svart bonde · d6 svart bonde · c5 svart bonde · e4 vit bonde · f3 vit springare · a2 vit bonde · b2 vit bonde · c2 vit bonde · d2 vit bonde · f2 vit bonde · g2 vit bonde · h2 vit bonde · a1 vit torn · b1 vit springare · c1 vit löpare · d1 vit drottning · e1 vit kung · f1 vit löpare · h1 vit torn | a8 svart torn · b8 svart springare · c8 svart löpare · d8 svart drottning · e8 svart kung · f8 svart löpare · g8 svart springare · h8 svart torn · a7 svart bonde · b7 svart bonde · e7 svart bonde · f7 svart bonde · g7 svart bonde · h7 svart bonde · d6 svart bonde · c5 svart bonde · e4 vit bonde · f3 vit springare · a2 vit bonde · b2 vit bonde · c2 vit bonde · d2 vit bonde · f2 vit bonde · g2 vit bonde · h2 vit bonde · a1 vit torn · b1 vit springare · c1 vit löpare · d1 vit drottning · e1 vit kung · f1 vit löpare · h1 vit torn | 4 |
| 3 | a8 svart torn · b8 svart springare · c8 svart löpare · d8 svart drottning · e8 svart kung · f8 svart löpare · g8 svart springare · h8 svart torn · a7 svart bonde · b7 svart bonde · e7 svart bonde · f7 svart bonde · g7 svart bonde · h7 svart bonde · d6 svart bonde · c5 svart bonde · e4 vit bonde · f3 vit springare · a2 vit bonde · b2 vit bonde · c2 vit bonde · d2 vit bonde · f2 vit bonde · g2 vit bonde · h2 vit bonde · a1 vit torn · b1 vit springare · c1 vit löpare · d1 vit drottning · e1 vit kung · f1 vit löpare · h1 vit torn | a8 svart torn · b8 svart springare · c8 svart löpare · d8 svart drottning · e8 svart kung · f8 svart löpare · g8 svart springare · h8 svart torn · a7 svart bonde · b7 svart bonde · e7 svart bonde · f7 svart bonde · g7 svart bonde · h7 svart bonde · d6 svart bonde · c5 svart bonde · e4 vit bonde · f3 vit springare · a2 vit bonde · b2 vit bonde · c2 vit bonde · d2 vit bonde · f2 vit bonde · g2 vit bonde · h2 vit bonde · a1 vit torn · b1 vit springare · c1 vit löpare · d1 vit drottning · e1 vit kung · f1 vit löpare · h1 vit torn | a8 svart torn · b8 svart springare · c8 svart löpare · d8 svart drottning · e8 svart kung · f8 svart löpare · g8 svart springare · h8 svart torn · a7 svart bonde · b7 svart bonde · e7 svart bonde · f7 svart bonde · g7 svart bonde · h7 svart bonde · d6 svart bonde · c5 svart bonde · e4 vit bonde · f3 vit springare · a2 vit bonde · b2 vit bonde · c2 vit bonde · d2 vit bonde · f2 vit bonde · g2 vit bonde · h2 vit bonde · a1 vit torn · b1 vit springare · c1 vit löpare · d1 vit drottning · e1 vit kung · f1 vit löpare · h1 vit torn | a8 svart torn · b8 svart springare · c8 svart löpare · d8 svart drottning · e8 svart kung · f8 svart löpare · g8 svart springare · h8 svart torn · a7 svart bonde · b7 svart bonde · e7 svart bonde · f7 svart bonde · g7 svart bonde · h7 svart bonde · d6 svart bonde · c5 svart bonde · e4 vit bonde · f3 vit springare · a2 vit bonde · b2 vit bonde · c2 vit bonde · d2 vit bonde · f2 vit bonde · g2 vit bonde · h2 vit bonde · a1 vit torn · b1 vit springare · c1 vit löpare · d1 vit drottning · e1 vit kung · f1 vit löpare · h1 vit torn | a8 svart torn · b8 svart springare · c8 svart löpare · d8 svart drottning · e8 svart kung · f8 svart löpare · g8 svart springare · h8 svart torn · a7 svart bonde · b7 svart bonde · e7 svart bonde · f7 svart bonde · g7 svart bonde · h7 svart bonde · d6 svart bonde · c5 svart bonde · e4 vit bonde · f3 vit springare · a2 vit bonde · b2 vit bonde · c2 vit bonde · d2 vit bonde · f2 vit bonde · g2 vit bonde · h2 vit bonde · a1 vit torn · b1 vit springare · c1 vit löpare · d1 vit drottning · e1 vit kung · f1 vit löpare · h1 vit torn | a8 svart torn · b8 svart springare · c8 svart löpare · d8 svart drottning · e8 svart kung · f8 svart löpare · g8 svart springare · h8 svart torn · a7 svart bonde · b7 svart bonde · e7 svart bonde · f7 svart bonde · g7 svart bonde · h7 svart bonde · d6 svart bonde · c5 svart bonde · e4 vit bonde · f3 vit springare · a2 vit bonde · b2 vit bonde · c2 vit bonde · d2 vit bonde · f2 vit bonde · g2 vit bonde · h2 vit bonde · a1 vit torn · b1 vit springare · c1 vit löpare · d1 vit drottning · e1 vit kung · f1 vit löpare · h1 vit torn | a8 svart torn · b8 svart springare · c8 svart löpare · d8 svart drottning · e8 svart kung · f8 svart löpare · g8 svart springare · h8 svart torn · a7 svart bonde · b7 svart bonde · e7 svart bonde · f7 svart bonde · g7 svart bonde · h7 svart bonde · d6 svart bonde · c5 svart bonde · e4 vit bonde · f3 vit springare · a2 vit bonde · b2 vit bonde · c2 vit bonde · d2 vit bonde · f2 vit bonde · g2 vit bonde · h2 vit bonde · a1 vit torn · b1 vit springare · c1 vit löpare · d1 vit drottning · e1 vit kung · f1 vit löpare · h1 vit torn | a8 svart torn · b8 svart springare · c8 svart löpare · d8 svart drottning · e8 svart kung · f8 svart löpare · g8 svart springare · h8 svart torn · a7 svart bonde · b7 svart bonde · e7 svart bonde · f7 svart bonde · g7 svart bonde · h7 svart bonde · d6 svart bonde · c5 svart bonde · e4 vit bonde · f3 vit springare · a2 vit bonde · b2 vit bonde · c2 vit bonde · d2 vit bonde · f2 vit bonde · g2 vit bonde · h2 vit bonde · a1 vit torn · b1 vit springare · c1 vit löpare · d1 vit drottning · e1 vit kung · f1 vit löpare · h1 vit torn | 3 |
| 2 | a8 svart torn · b8 svart springare · c8 svart löpare · d8 svart drottning · e8 svart kung · f8 svart löpare · g8 svart springare · h8 svart torn · a7 svart bonde · b7 svart bonde · e7 svart bonde · f7 svart bonde · g7 svart bonde · h7 svart bonde · d6 svart bonde · c5 svart bonde · e4 vit bonde · f3 vit springare · a2 vit bonde · b2 vit bonde · c2 vit bonde · d2 vit bonde · f2 vit bonde · g2 vit bonde · h2 vit bonde · a1 vit torn · b1 vit springare · c1 vit löpare · d1 vit drottning · e1 vit kung · f1 vit löpare · h1 vit torn | a8 svart torn · b8 svart springare · c8 svart löpare · d8 svart drottning · e8 svart kung · f8 svart löpare · g8 svart springare · h8 svart torn · a7 svart bonde · b7 svart bonde · e7 svart bonde · f7 svart bonde · g7 svart bonde · h7 svart bonde · d6 svart bonde · c5 svart bonde · e4 vit bonde · f3 vit springare · a2 vit bonde · b2 vit bonde · c2 vit bonde · d2 vit bonde · f2 vit bonde · g2 vit bonde · h2 vit bonde · a1 vit torn · b1 vit springare · c1 vit löpare · d1 vit drottning · e1 vit kung · f1 vit löpare · h1 vit torn | a8 svart torn · b8 svart springare · c8 svart löpare · d8 svart drottning · e8 svart kung · f8 svart löpare · g8 svart springare · h8 svart torn · a7 svart bonde · b7 svart bonde · e7 svart bonde · f7 svart bonde · g7 svart bonde · h7 svart bonde · d6 svart bonde · c5 svart bonde · e4 vit bonde · f3 vit springare · a2 vit bonde · b2 vit bonde · c2 vit bonde · d2 vit bonde · f2 vit bonde · g2 vit bonde · h2 vit bonde · a1 vit torn · b1 vit springare · c1 vit löpare · d1 vit drottning · e1 vit kung · f1 vit löpare · h1 vit torn | a8 svart torn · b8 svart springare · c8 svart löpare · d8 svart drottning · e8 svart kung · f8 svart löpare · g8 svart springare · h8 svart torn · a7 svart bonde · b7 svart bonde · e7 svart bonde · f7 svart bonde · g7 svart bonde · h7 svart bonde · d6 svart bonde · c5 svart bonde · e4 vit bonde · f3 vit springare · a2 vit bonde · b2 vit bonde · c2 vit bonde · d2 vit bonde · f2 vit bonde · g2 vit bonde · h2 vit bonde · a1 vit torn · b1 vit springare · c1 vit löpare · d1 vit drottning · e1 vit kung · f1 vit löpare · h1 vit torn | a8 svart torn · b8 svart springare · c8 svart löpare · d8 svart drottning · e8 svart kung · f8 svart löpare · g8 svart springare · h8 svart torn · a7 svart bonde · b7 svart bonde · e7 svart bonde · f7 svart bonde · g7 svart bonde · h7 svart bonde · d6 svart bonde · c5 svart bonde · e4 vit bonde · f3 vit springare · a2 vit bonde · b2 vit bonde · c2 vit bonde · d2 vit bonde · f2 vit bonde · g2 vit bonde · h2 vit bonde · a1 vit torn · b1 vit springare · c1 vit löpare · d1 vit drottning · e1 vit kung · f1 vit löpare · h1 vit torn | a8 svart torn · b8 svart springare · c8 svart löpare · d8 svart drottning · e8 svart kung · f8 svart löpare · g8 svart springare · h8 svart torn · a7 svart bonde · b7 svart bonde · e7 svart bonde · f7 svart bonde · g7 svart bonde · h7 svart bonde · d6 svart bonde · c5 svart bonde · e4 vit bonde · f3 vit springare · a2 vit bonde · b2 vit bonde · c2 vit bonde · d2 vit bonde · f2 vit bonde · g2 vit bonde · h2 vit bonde · a1 vit torn · b1 vit springare · c1 vit löpare · d1 vit drottning · e1 vit kung · f1 vit löpare · h1 vit torn | a8 svart torn · b8 svart springare · c8 svart löpare · d8 svart drottning · e8 svart kung · f8 svart löpare · g8 svart springare · h8 svart torn · a7 svart bonde · b7 svart bonde · e7 svart bonde · f7 svart bonde · g7 svart bonde · h7 svart bonde · d6 svart bonde · c5 svart bonde · e4 vit bonde · f3 vit springare · a2 vit bonde · b2 vit bonde · c2 vit bonde · d2 vit bonde · f2 vit bonde · g2 vit bonde · h2 vit bonde · a1 vit torn · b1 vit springare · c1 vit löpare · d1 vit drottning · e1 vit kung · f1 vit löpare · h1 vit torn | a8 svart torn · b8 svart springare · c8 svart löpare · d8 svart drottning · e8 svart kung · f8 svart löpare · g8 svart springare · h8 svart torn · a7 svart bonde · b7 svart bonde · e7 svart bonde · f7 svart bonde · g7 svart bonde · h7 svart bonde · d6 svart bonde · c5 svart bonde · e4 vit bonde · f3 vit springare · a2 vit bonde · b2 vit bonde · c2 vit bonde · d2 vit bonde · f2 vit bonde · g2 vit bonde · h2 vit bonde · a1 vit torn · b1 vit springare · c1 vit löpare · d1 vit drottning · e1 vit kung · f1 vit löpare · h1 vit torn | 2 |
| 1 | a8 svart torn · b8 svart springare · c8 svart löpare · d8 svart drottning · e8 svart kung · f8 svart löpare · g8 svart springare · h8 svart torn · a7 svart bonde · b7 svart bonde · e7 svart bonde · f7 svart bonde · g7 svart bonde · h7 svart bonde · d6 svart bonde · c5 svart bonde · e4 vit bonde · f3 vit springare · a2 vit bonde · b2 vit bonde · c2 vit bonde · d2 vit bonde · f2 vit bonde · g2 vit bonde · h2 vit bonde · a1 vit torn · b1 vit springare · c1 vit löpare · d1 vit drottning · e1 vit kung · f1 vit löpare · h1 vit torn | a8 svart torn · b8 svart springare · c8 svart löpare · d8 svart drottning · e8 svart kung · f8 svart löpare · g8 svart springare · h8 svart torn · a7 svart bonde · b7 svart bonde · e7 svart bonde · f7 svart bonde · g7 svart bonde · h7 svart bonde · d6 svart bonde · c5 svart bonde · e4 vit bonde · f3 vit springare · a2 vit bonde · b2 vit bonde · c2 vit bonde · d2 vit bonde · f2 vit bonde · g2 vit bonde · h2 vit bonde · a1 vit torn · b1 vit springare · c1 vit löpare · d1 vit drottning · e1 vit kung · f1 vit löpare · h1 vit torn | a8 svart torn · b8 svart springare · c8 svart löpare · d8 svart drottning · e8 svart kung · f8 svart löpare · g8 svart springare · h8 svart torn · a7 svart bonde · b7 svart bonde · e7 svart bonde · f7 svart bonde · g7 svart bonde · h7 svart bonde · d6 svart bonde · c5 svart bonde · e4 vit bonde · f3 vit springare · a2 vit bonde · b2 vit bonde · c2 vit bonde · d2 vit bonde · f2 vit bonde · g2 vit bonde · h2 vit bonde · a1 vit torn · b1 vit springare · c1 vit löpare · d1 vit drottning · e1 vit kung · f1 vit löpare · h1 vit torn | a8 svart torn · b8 svart springare · c8 svart löpare · d8 svart drottning · e8 svart kung · f8 svart löpare · g8 svart springare · h8 svart torn · a7 svart bonde · b7 svart bonde · e7 svart bonde · f7 svart bonde · g7 svart bonde · h7 svart bonde · d6 svart bonde · c5 svart bonde · e4 vit bonde · f3 vit springare · a2 vit bonde · b2 vit bonde · c2 vit bonde · d2 vit bonde · f2 vit bonde · g2 vit bonde · h2 vit bonde · a1 vit torn · b1 vit springare · c1 vit löpare · d1 vit drottning · e1 vit kung · f1 vit löpare · h1 vit torn | a8 svart torn · b8 svart springare · c8 svart löpare · d8 svart drottning · e8 svart kung · f8 svart löpare · g8 svart springare · h8 svart torn · a7 svart bonde · b7 svart bonde · e7 svart bonde · f7 svart bonde · g7 svart bonde · h7 svart bonde · d6 svart bonde · c5 svart bonde · e4 vit bonde · f3 vit springare · a2 vit bonde · b2 vit bonde · c2 vit bonde · d2 vit bonde · f2 vit bonde · g2 vit bonde · h2 vit bonde · a1 vit torn · b1 vit springare · c1 vit löpare · d1 vit drottning · e1 vit kung · f1 vit löpare · h1 vit torn | a8 svart torn · b8 svart springare · c8 svart löpare · d8 svart drottning · e8 svart kung · f8 svart löpare · g8 svart springare · h8 svart torn · a7 svart bonde · b7 svart bonde · e7 svart bonde · f7 svart bonde · g7 svart bonde · h7 svart bonde · d6 svart bonde · c5 svart bonde · e4 vit bonde · f3 vit springare · a2 vit bonde · b2 vit bonde · c2 vit bonde · d2 vit bonde · f2 vit bonde · g2 vit bonde · h2 vit bonde · a1 vit torn · b1 vit springare · c1 vit löpare · d1 vit drottning · e1 vit kung · f1 vit löpare · h1 vit torn | a8 svart torn · b8 svart springare · c8 svart löpare · d8 svart drottning · e8 svart kung · f8 svart löpare · g8 svart springare · h8 svart torn · a7 svart bonde · b7 svart bonde · e7 svart bonde · f7 svart bonde · g7 svart bonde · h7 svart bonde · d6 svart bonde · c5 svart bonde · e4 vit bonde · f3 vit springare · a2 vit bonde · b2 vit bonde · c2 vit bonde · d2 vit bonde · f2 vit bonde · g2 vit bonde · h2 vit bonde · a1 vit torn · b1 vit springare · c1 vit löpare · d1 vit drottning · e1 vit kung · f1 vit löpare · h1 vit torn | a8 svart torn · b8 svart springare · c8 svart löpare · d8 svart drottning · e8 svart kung · f8 svart löpare · g8 svart springare · h8 svart torn · a7 svart bonde · b7 svart bonde · e7 svart bonde · f7 svart bonde · g7 svart bonde · h7 svart bonde · d6 svart bonde · c5 svart bonde · e4 vit bonde · f3 vit springare · a2 vit bonde · b2 vit bonde · c2 vit bonde · d2 vit bonde · f2 vit bonde · g2 vit bonde · h2 vit bonde · a1 vit torn · b1 vit springare · c1 vit löpare · d1 vit drottning · e1 vit kung · f1 vit löpare · h1 vit torn | 1 |
|   | a | b | c | d | e | f | g | h |   |

B50 Sicilianskt
1.e4 c5 2.Sf3 d6
B51 Sicilianskt, Moskvavarianten
1.e4 c5 2.Sf3 d6 3.Lb5+
B52 Sicilianskt, Moskvavarianten
1.e4 c5 2.Sf3 d6 3.Lb5+ Ld7
B53 Sicilianskt
1.e4 c5 2.Sf3 d6 3.d4 cxd4 4.Dxd4
B54 Sicilianskt
1.e4 c5 2.Sf3 d6 3.d4 cxd4 4.Sxd4
B55 Sicilianskt, Prinsvarianten, Venice-angreppet
1.e4 c5 2.Sf3 d6 3.d4 cxd4 4.Sxd4 Sf6 5.f3 e5 6.Lb5+
B56 Sicilianskt
1.e4 c5 2.Sf3 d6 3.d4 cxd4 4.Sxd4 Sf6 5.Sc3
B57 Sicilianskt
1.e4 c5 2.Sf3 d6 3.d4 cxd4 4.Sxd4 Sf6 5.Sc3 Sc6 6.Lc4
B58 Sicilianskt
1.e4 c5 2.Sf3 Sc6 3.d4 cxd4 4.Sxd4 Sf6 5.Sc3 d6 6.Le2
B59 Sicilianskt, Boleslavskijvarianten, 7.Sb3
1.e4 c5 2.Sf3 Sc6 3.d4 cxd4 4.Sxd4 Sf6 5.Sc3 d6 6.Le2 e5 7.Sb3
|   | a | b | c | d | e | f | g | h |   |
| 8 | a8 svart torn · c8 svart löpare · d8 svart drottning · e8 svart kung · f8 svart löpare · h8 svart torn · a7 svart bonde · b7 svart bonde · e7 svart bonde · f7 svart bonde · g7 svart bonde · h7 svart bonde · c6 svart springare · d6 svart bonde · f6 svart springare · g5 vit löpare · d4 vit springare · e4 vit bonde · c3 vit springare · a2 vit bonde · b2 vit bonde · c2 vit bonde · f2 vit bonde · g2 vit bonde · h2 vit bonde · a1 vit torn · d1 vit drottning · e1 vit kung · f1 vit löpare · h1 vit torn | a8 svart torn · c8 svart löpare · d8 svart drottning · e8 svart kung · f8 svart löpare · h8 svart torn · a7 svart bonde · b7 svart bonde · e7 svart bonde · f7 svart bonde · g7 svart bonde · h7 svart bonde · c6 svart springare · d6 svart bonde · f6 svart springare · g5 vit löpare · d4 vit springare · e4 vit bonde · c3 vit springare · a2 vit bonde · b2 vit bonde · c2 vit bonde · f2 vit bonde · g2 vit bonde · h2 vit bonde · a1 vit torn · d1 vit drottning · e1 vit kung · f1 vit löpare · h1 vit torn | a8 svart torn · c8 svart löpare · d8 svart drottning · e8 svart kung · f8 svart löpare · h8 svart torn · a7 svart bonde · b7 svart bonde · e7 svart bonde · f7 svart bonde · g7 svart bonde · h7 svart bonde · c6 svart springare · d6 svart bonde · f6 svart springare · g5 vit löpare · d4 vit springare · e4 vit bonde · c3 vit springare · a2 vit bonde · b2 vit bonde · c2 vit bonde · f2 vit bonde · g2 vit bonde · h2 vit bonde · a1 vit torn · d1 vit drottning · e1 vit kung · f1 vit löpare · h1 vit torn | a8 svart torn · c8 svart löpare · d8 svart drottning · e8 svart kung · f8 svart löpare · h8 svart torn · a7 svart bonde · b7 svart bonde · e7 svart bonde · f7 svart bonde · g7 svart bonde · h7 svart bonde · c6 svart springare · d6 svart bonde · f6 svart springare · g5 vit löpare · d4 vit springare · e4 vit bonde · c3 vit springare · a2 vit bonde · b2 vit bonde · c2 vit bonde · f2 vit bonde · g2 vit bonde · h2 vit bonde · a1 vit torn · d1 vit drottning · e1 vit kung · f1 vit löpare · h1 vit torn | a8 svart torn · c8 svart löpare · d8 svart drottning · e8 svart kung · f8 svart löpare · h8 svart torn · a7 svart bonde · b7 svart bonde · e7 svart bonde · f7 svart bonde · g7 svart bonde · h7 svart bonde · c6 svart springare · d6 svart bonde · f6 svart springare · g5 vit löpare · d4 vit springare · e4 vit bonde · c3 vit springare · a2 vit bonde · b2 vit bonde · c2 vit bonde · f2 vit bonde · g2 vit bonde · h2 vit bonde · a1 vit torn · d1 vit drottning · e1 vit kung · f1 vit löpare · h1 vit torn | a8 svart torn · c8 svart löpare · d8 svart drottning · e8 svart kung · f8 svart löpare · h8 svart torn · a7 svart bonde · b7 svart bonde · e7 svart bonde · f7 svart bonde · g7 svart bonde · h7 svart bonde · c6 svart springare · d6 svart bonde · f6 svart springare · g5 vit löpare · d4 vit springare · e4 vit bonde · c3 vit springare · a2 vit bonde · b2 vit bonde · c2 vit bonde · f2 vit bonde · g2 vit bonde · h2 vit bonde · a1 vit torn · d1 vit drottning · e1 vit kung · f1 vit löpare · h1 vit torn | a8 svart torn · c8 svart löpare · d8 svart drottning · e8 svart kung · f8 svart löpare · h8 svart torn · a7 svart bonde · b7 svart bonde · e7 svart bonde · f7 svart bonde · g7 svart bonde · h7 svart bonde · c6 svart springare · d6 svart bonde · f6 svart springare · g5 vit löpare · d4 vit springare · e4 vit bonde · c3 vit springare · a2 vit bonde · b2 vit bonde · c2 vit bonde · f2 vit bonde · g2 vit bonde · h2 vit bonde · a1 vit torn · d1 vit drottning · e1 vit kung · f1 vit löpare · h1 vit torn | a8 svart torn · c8 svart löpare · d8 svart drottning · e8 svart kung · f8 svart löpare · h8 svart torn · a7 svart bonde · b7 svart bonde · e7 svart bonde · f7 svart bonde · g7 svart bonde · h7 svart bonde · c6 svart springare · d6 svart bonde · f6 svart springare · g5 vit löpare · d4 vit springare · e4 vit bonde · c3 vit springare · a2 vit bonde · b2 vit bonde · c2 vit bonde · f2 vit bonde · g2 vit bonde · h2 vit bonde · a1 vit torn · d1 vit drottning · e1 vit kung · f1 vit löpare · h1 vit torn | 8 |
| 7 | a8 svart torn · c8 svart löpare · d8 svart drottning · e8 svart kung · f8 svart löpare · h8 svart torn · a7 svart bonde · b7 svart bonde · e7 svart bonde · f7 svart bonde · g7 svart bonde · h7 svart bonde · c6 svart springare · d6 svart bonde · f6 svart springare · g5 vit löpare · d4 vit springare · e4 vit bonde · c3 vit springare · a2 vit bonde · b2 vit bonde · c2 vit bonde · f2 vit bonde · g2 vit bonde · h2 vit bonde · a1 vit torn · d1 vit drottning · e1 vit kung · f1 vit löpare · h1 vit torn | a8 svart torn · c8 svart löpare · d8 svart drottning · e8 svart kung · f8 svart löpare · h8 svart torn · a7 svart bonde · b7 svart bonde · e7 svart bonde · f7 svart bonde · g7 svart bonde · h7 svart bonde · c6 svart springare · d6 svart bonde · f6 svart springare · g5 vit löpare · d4 vit springare · e4 vit bonde · c3 vit springare · a2 vit bonde · b2 vit bonde · c2 vit bonde · f2 vit bonde · g2 vit bonde · h2 vit bonde · a1 vit torn · d1 vit drottning · e1 vit kung · f1 vit löpare · h1 vit torn | a8 svart torn · c8 svart löpare · d8 svart drottning · e8 svart kung · f8 svart löpare · h8 svart torn · a7 svart bonde · b7 svart bonde · e7 svart bonde · f7 svart bonde · g7 svart bonde · h7 svart bonde · c6 svart springare · d6 svart bonde · f6 svart springare · g5 vit löpare · d4 vit springare · e4 vit bonde · c3 vit springare · a2 vit bonde · b2 vit bonde · c2 vit bonde · f2 vit bonde · g2 vit bonde · h2 vit bonde · a1 vit torn · d1 vit drottning · e1 vit kung · f1 vit löpare · h1 vit torn | a8 svart torn · c8 svart löpare · d8 svart drottning · e8 svart kung · f8 svart löpare · h8 svart torn · a7 svart bonde · b7 svart bonde · e7 svart bonde · f7 svart bonde · g7 svart bonde · h7 svart bonde · c6 svart springare · d6 svart bonde · f6 svart springare · g5 vit löpare · d4 vit springare · e4 vit bonde · c3 vit springare · a2 vit bonde · b2 vit bonde · c2 vit bonde · f2 vit bonde · g2 vit bonde · h2 vit bonde · a1 vit torn · d1 vit drottning · e1 vit kung · f1 vit löpare · h1 vit torn | a8 svart torn · c8 svart löpare · d8 svart drottning · e8 svart kung · f8 svart löpare · h8 svart torn · a7 svart bonde · b7 svart bonde · e7 svart bonde · f7 svart bonde · g7 svart bonde · h7 svart bonde · c6 svart springare · d6 svart bonde · f6 svart springare · g5 vit löpare · d4 vit springare · e4 vit bonde · c3 vit springare · a2 vit bonde · b2 vit bonde · c2 vit bonde · f2 vit bonde · g2 vit bonde · h2 vit bonde · a1 vit torn · d1 vit drottning · e1 vit kung · f1 vit löpare · h1 vit torn | a8 svart torn · c8 svart löpare · d8 svart drottning · e8 svart kung · f8 svart löpare · h8 svart torn · a7 svart bonde · b7 svart bonde · e7 svart bonde · f7 svart bonde · g7 svart bonde · h7 svart bonde · c6 svart springare · d6 svart bonde · f6 svart springare · g5 vit löpare · d4 vit springare · e4 vit bonde · c3 vit springare · a2 vit bonde · b2 vit bonde · c2 vit bonde · f2 vit bonde · g2 vit bonde · h2 vit bonde · a1 vit torn · d1 vit drottning · e1 vit kung · f1 vit löpare · h1 vit torn | a8 svart torn · c8 svart löpare · d8 svart drottning · e8 svart kung · f8 svart löpare · h8 svart torn · a7 svart bonde · b7 svart bonde · e7 svart bonde · f7 svart bonde · g7 svart bonde · h7 svart bonde · c6 svart springare · d6 svart bonde · f6 svart springare · g5 vit löpare · d4 vit springare · e4 vit bonde · c3 vit springare · a2 vit bonde · b2 vit bonde · c2 vit bonde · f2 vit bonde · g2 vit bonde · h2 vit bonde · a1 vit torn · d1 vit drottning · e1 vit kung · f1 vit löpare · h1 vit torn | a8 svart torn · c8 svart löpare · d8 svart drottning · e8 svart kung · f8 svart löpare · h8 svart torn · a7 svart bonde · b7 svart bonde · e7 svart bonde · f7 svart bonde · g7 svart bonde · h7 svart bonde · c6 svart springare · d6 svart bonde · f6 svart springare · g5 vit löpare · d4 vit springare · e4 vit bonde · c3 vit springare · a2 vit bonde · b2 vit bonde · c2 vit bonde · f2 vit bonde · g2 vit bonde · h2 vit bonde · a1 vit torn · d1 vit drottning · e1 vit kung · f1 vit löpare · h1 vit torn | 7 |
| 6 | a8 svart torn · c8 svart löpare · d8 svart drottning · e8 svart kung · f8 svart löpare · h8 svart torn · a7 svart bonde · b7 svart bonde · e7 svart bonde · f7 svart bonde · g7 svart bonde · h7 svart bonde · c6 svart springare · d6 svart bonde · f6 svart springare · g5 vit löpare · d4 vit springare · e4 vit bonde · c3 vit springare · a2 vit bonde · b2 vit bonde · c2 vit bonde · f2 vit bonde · g2 vit bonde · h2 vit bonde · a1 vit torn · d1 vit drottning · e1 vit kung · f1 vit löpare · h1 vit torn | a8 svart torn · c8 svart löpare · d8 svart drottning · e8 svart kung · f8 svart löpare · h8 svart torn · a7 svart bonde · b7 svart bonde · e7 svart bonde · f7 svart bonde · g7 svart bonde · h7 svart bonde · c6 svart springare · d6 svart bonde · f6 svart springare · g5 vit löpare · d4 vit springare · e4 vit bonde · c3 vit springare · a2 vit bonde · b2 vit bonde · c2 vit bonde · f2 vit bonde · g2 vit bonde · h2 vit bonde · a1 vit torn · d1 vit drottning · e1 vit kung · f1 vit löpare · h1 vit torn | a8 svart torn · c8 svart löpare · d8 svart drottning · e8 svart kung · f8 svart löpare · h8 svart torn · a7 svart bonde · b7 svart bonde · e7 svart bonde · f7 svart bonde · g7 svart bonde · h7 svart bonde · c6 svart springare · d6 svart bonde · f6 svart springare · g5 vit löpare · d4 vit springare · e4 vit bonde · c3 vit springare · a2 vit bonde · b2 vit bonde · c2 vit bonde · f2 vit bonde · g2 vit bonde · h2 vit bonde · a1 vit torn · d1 vit drottning · e1 vit kung · f1 vit löpare · h1 vit torn | a8 svart torn · c8 svart löpare · d8 svart drottning · e8 svart kung · f8 svart löpare · h8 svart torn · a7 svart bonde · b7 svart bonde · e7 svart bonde · f7 svart bonde · g7 svart bonde · h7 svart bonde · c6 svart springare · d6 svart bonde · f6 svart springare · g5 vit löpare · d4 vit springare · e4 vit bonde · c3 vit springare · a2 vit bonde · b2 vit bonde · c2 vit bonde · f2 vit bonde · g2 vit bonde · h2 vit bonde · a1 vit torn · d1 vit drottning · e1 vit kung · f1 vit löpare · h1 vit torn | a8 svart torn · c8 svart löpare · d8 svart drottning · e8 svart kung · f8 svart löpare · h8 svart torn · a7 svart bonde · b7 svart bonde · e7 svart bonde · f7 svart bonde · g7 svart bonde · h7 svart bonde · c6 svart springare · d6 svart bonde · f6 svart springare · g5 vit löpare · d4 vit springare · e4 vit bonde · c3 vit springare · a2 vit bonde · b2 vit bonde · c2 vit bonde · f2 vit bonde · g2 vit bonde · h2 vit bonde · a1 vit torn · d1 vit drottning · e1 vit kung · f1 vit löpare · h1 vit torn | a8 svart torn · c8 svart löpare · d8 svart drottning · e8 svart kung · f8 svart löpare · h8 svart torn · a7 svart bonde · b7 svart bonde · e7 svart bonde · f7 svart bonde · g7 svart bonde · h7 svart bonde · c6 svart springare · d6 svart bonde · f6 svart springare · g5 vit löpare · d4 vit springare · e4 vit bonde · c3 vit springare · a2 vit bonde · b2 vit bonde · c2 vit bonde · f2 vit bonde · g2 vit bonde · h2 vit bonde · a1 vit torn · d1 vit drottning · e1 vit kung · f1 vit löpare · h1 vit torn | a8 svart torn · c8 svart löpare · d8 svart drottning · e8 svart kung · f8 svart löpare · h8 svart torn · a7 svart bonde · b7 svart bonde · e7 svart bonde · f7 svart bonde · g7 svart bonde · h7 svart bonde · c6 svart springare · d6 svart bonde · f6 svart springare · g5 vit löpare · d4 vit springare · e4 vit bonde · c3 vit springare · a2 vit bonde · b2 vit bonde · c2 vit bonde · f2 vit bonde · g2 vit bonde · h2 vit bonde · a1 vit torn · d1 vit drottning · e1 vit kung · f1 vit löpare · h1 vit torn | a8 svart torn · c8 svart löpare · d8 svart drottning · e8 svart kung · f8 svart löpare · h8 svart torn · a7 svart bonde · b7 svart bonde · e7 svart bonde · f7 svart bonde · g7 svart bonde · h7 svart bonde · c6 svart springare · d6 svart bonde · f6 svart springare · g5 vit löpare · d4 vit springare · e4 vit bonde · c3 vit springare · a2 vit bonde · b2 vit bonde · c2 vit bonde · f2 vit bonde · g2 vit bonde · h2 vit bonde · a1 vit torn · d1 vit drottning · e1 vit kung · f1 vit löpare · h1 vit torn | 6 |
| 5 | a8 svart torn · c8 svart löpare · d8 svart drottning · e8 svart kung · f8 svart löpare · h8 svart torn · a7 svart bonde · b7 svart bonde · e7 svart bonde · f7 svart bonde · g7 svart bonde · h7 svart bonde · c6 svart springare · d6 svart bonde · f6 svart springare · g5 vit löpare · d4 vit springare · e4 vit bonde · c3 vit springare · a2 vit bonde · b2 vit bonde · c2 vit bonde · f2 vit bonde · g2 vit bonde · h2 vit bonde · a1 vit torn · d1 vit drottning · e1 vit kung · f1 vit löpare · h1 vit torn | a8 svart torn · c8 svart löpare · d8 svart drottning · e8 svart kung · f8 svart löpare · h8 svart torn · a7 svart bonde · b7 svart bonde · e7 svart bonde · f7 svart bonde · g7 svart bonde · h7 svart bonde · c6 svart springare · d6 svart bonde · f6 svart springare · g5 vit löpare · d4 vit springare · e4 vit bonde · c3 vit springare · a2 vit bonde · b2 vit bonde · c2 vit bonde · f2 vit bonde · g2 vit bonde · h2 vit bonde · a1 vit torn · d1 vit drottning · e1 vit kung · f1 vit löpare · h1 vit torn | a8 svart torn · c8 svart löpare · d8 svart drottning · e8 svart kung · f8 svart löpare · h8 svart torn · a7 svart bonde · b7 svart bonde · e7 svart bonde · f7 svart bonde · g7 svart bonde · h7 svart bonde · c6 svart springare · d6 svart bonde · f6 svart springare · g5 vit löpare · d4 vit springare · e4 vit bonde · c3 vit springare · a2 vit bonde · b2 vit bonde · c2 vit bonde · f2 vit bonde · g2 vit bonde · h2 vit bonde · a1 vit torn · d1 vit drottning · e1 vit kung · f1 vit löpare · h1 vit torn | a8 svart torn · c8 svart löpare · d8 svart drottning · e8 svart kung · f8 svart löpare · h8 svart torn · a7 svart bonde · b7 svart bonde · e7 svart bonde · f7 svart bonde · g7 svart bonde · h7 svart bonde · c6 svart springare · d6 svart bonde · f6 svart springare · g5 vit löpare · d4 vit springare · e4 vit bonde · c3 vit springare · a2 vit bonde · b2 vit bonde · c2 vit bonde · f2 vit bonde · g2 vit bonde · h2 vit bonde · a1 vit torn · d1 vit drottning · e1 vit kung · f1 vit löpare · h1 vit torn | a8 svart torn · c8 svart löpare · d8 svart drottning · e8 svart kung · f8 svart löpare · h8 svart torn · a7 svart bonde · b7 svart bonde · e7 svart bonde · f7 svart bonde · g7 svart bonde · h7 svart bonde · c6 svart springare · d6 svart bonde · f6 svart springare · g5 vit löpare · d4 vit springare · e4 vit bonde · c3 vit springare · a2 vit bonde · b2 vit bonde · c2 vit bonde · f2 vit bonde · g2 vit bonde · h2 vit bonde · a1 vit torn · d1 vit drottning · e1 vit kung · f1 vit löpare · h1 vit torn | a8 svart torn · c8 svart löpare · d8 svart drottning · e8 svart kung · f8 svart löpare · h8 svart torn · a7 svart bonde · b7 svart bonde · e7 svart bonde · f7 svart bonde · g7 svart bonde · h7 svart bonde · c6 svart springare · d6 svart bonde · f6 svart springare · g5 vit löpare · d4 vit springare · e4 vit bonde · c3 vit springare · a2 vit bonde · b2 vit bonde · c2 vit bonde · f2 vit bonde · g2 vit bonde · h2 vit bonde · a1 vit torn · d1 vit drottning · e1 vit kung · f1 vit löpare · h1 vit torn | a8 svart torn · c8 svart löpare · d8 svart drottning · e8 svart kung · f8 svart löpare · h8 svart torn · a7 svart bonde · b7 svart bonde · e7 svart bonde · f7 svart bonde · g7 svart bonde · h7 svart bonde · c6 svart springare · d6 svart bonde · f6 svart springare · g5 vit löpare · d4 vit springare · e4 vit bonde · c3 vit springare · a2 vit bonde · b2 vit bonde · c2 vit bonde · f2 vit bonde · g2 vit bonde · h2 vit bonde · a1 vit torn · d1 vit drottning · e1 vit kung · f1 vit löpare · h1 vit torn | a8 svart torn · c8 svart löpare · d8 svart drottning · e8 svart kung · f8 svart löpare · h8 svart torn · a7 svart bonde · b7 svart bonde · e7 svart bonde · f7 svart bonde · g7 svart bonde · h7 svart bonde · c6 svart springare · d6 svart bonde · f6 svart springare · g5 vit löpare · d4 vit springare · e4 vit bonde · c3 vit springare · a2 vit bonde · b2 vit bonde · c2 vit bonde · f2 vit bonde · g2 vit bonde · h2 vit bonde · a1 vit torn · d1 vit drottning · e1 vit kung · f1 vit löpare · h1 vit torn | 5 |
| 4 | a8 svart torn · c8 svart löpare · d8 svart drottning · e8 svart kung · f8 svart löpare · h8 svart torn · a7 svart bonde · b7 svart bonde · e7 svart bonde · f7 svart bonde · g7 svart bonde · h7 svart bonde · c6 svart springare · d6 svart bonde · f6 svart springare · g5 vit löpare · d4 vit springare · e4 vit bonde · c3 vit springare · a2 vit bonde · b2 vit bonde · c2 vit bonde · f2 vit bonde · g2 vit bonde · h2 vit bonde · a1 vit torn · d1 vit drottning · e1 vit kung · f1 vit löpare · h1 vit torn | a8 svart torn · c8 svart löpare · d8 svart drottning · e8 svart kung · f8 svart löpare · h8 svart torn · a7 svart bonde · b7 svart bonde · e7 svart bonde · f7 svart bonde · g7 svart bonde · h7 svart bonde · c6 svart springare · d6 svart bonde · f6 svart springare · g5 vit löpare · d4 vit springare · e4 vit bonde · c3 vit springare · a2 vit bonde · b2 vit bonde · c2 vit bonde · f2 vit bonde · g2 vit bonde · h2 vit bonde · a1 vit torn · d1 vit drottning · e1 vit kung · f1 vit löpare · h1 vit torn | a8 svart torn · c8 svart löpare · d8 svart drottning · e8 svart kung · f8 svart löpare · h8 svart torn · a7 svart bonde · b7 svart bonde · e7 svart bonde · f7 svart bonde · g7 svart bonde · h7 svart bonde · c6 svart springare · d6 svart bonde · f6 svart springare · g5 vit löpare · d4 vit springare · e4 vit bonde · c3 vit springare · a2 vit bonde · b2 vit bonde · c2 vit bonde · f2 vit bonde · g2 vit bonde · h2 vit bonde · a1 vit torn · d1 vit drottning · e1 vit kung · f1 vit löpare · h1 vit torn | a8 svart torn · c8 svart löpare · d8 svart drottning · e8 svart kung · f8 svart löpare · h8 svart torn · a7 svart bonde · b7 svart bonde · e7 svart bonde · f7 svart bonde · g7 svart bonde · h7 svart bonde · c6 svart springare · d6 svart bonde · f6 svart springare · g5 vit löpare · d4 vit springare · e4 vit bonde · c3 vit springare · a2 vit bonde · b2 vit bonde · c2 vit bonde · f2 vit bonde · g2 vit bonde · h2 vit bonde · a1 vit torn · d1 vit drottning · e1 vit kung · f1 vit löpare · h1 vit torn | a8 svart torn · c8 svart löpare · d8 svart drottning · e8 svart kung · f8 svart löpare · h8 svart torn · a7 svart bonde · b7 svart bonde · e7 svart bonde · f7 svart bonde · g7 svart bonde · h7 svart bonde · c6 svart springare · d6 svart bonde · f6 svart springare · g5 vit löpare · d4 vit springare · e4 vit bonde · c3 vit springare · a2 vit bonde · b2 vit bonde · c2 vit bonde · f2 vit bonde · g2 vit bonde · h2 vit bonde · a1 vit torn · d1 vit drottning · e1 vit kung · f1 vit löpare · h1 vit torn | a8 svart torn · c8 svart löpare · d8 svart drottning · e8 svart kung · f8 svart löpare · h8 svart torn · a7 svart bonde · b7 svart bonde · e7 svart bonde · f7 svart bonde · g7 svart bonde · h7 svart bonde · c6 svart springare · d6 svart bonde · f6 svart springare · g5 vit löpare · d4 vit springare · e4 vit bonde · c3 vit springare · a2 vit bonde · b2 vit bonde · c2 vit bonde · f2 vit bonde · g2 vit bonde · h2 vit bonde · a1 vit torn · d1 vit drottning · e1 vit kung · f1 vit löpare · h1 vit torn | a8 svart torn · c8 svart löpare · d8 svart drottning · e8 svart kung · f8 svart löpare · h8 svart torn · a7 svart bonde · b7 svart bonde · e7 svart bonde · f7 svart bonde · g7 svart bonde · h7 svart bonde · c6 svart springare · d6 svart bonde · f6 svart springare · g5 vit löpare · d4 vit springare · e4 vit bonde · c3 vit springare · a2 vit bonde · b2 vit bonde · c2 vit bonde · f2 vit bonde · g2 vit bonde · h2 vit bonde · a1 vit torn · d1 vit drottning · e1 vit kung · f1 vit löpare · h1 vit torn | a8 svart torn · c8 svart löpare · d8 svart drottning · e8 svart kung · f8 svart löpare · h8 svart torn · a7 svart bonde · b7 svart bonde · e7 svart bonde · f7 svart bonde · g7 svart bonde · h7 svart bonde · c6 svart springare · d6 svart bonde · f6 svart springare · g5 vit löpare · d4 vit springare · e4 vit bonde · c3 vit springare · a2 vit bonde · b2 vit bonde · c2 vit bonde · f2 vit bonde · g2 vit bonde · h2 vit bonde · a1 vit torn · d1 vit drottning · e1 vit kung · f1 vit löpare · h1 vit torn | 4 |
| 3 | a8 svart torn · c8 svart löpare · d8 svart drottning · e8 svart kung · f8 svart löpare · h8 svart torn · a7 svart bonde · b7 svart bonde · e7 svart bonde · f7 svart bonde · g7 svart bonde · h7 svart bonde · c6 svart springare · d6 svart bonde · f6 svart springare · g5 vit löpare · d4 vit springare · e4 vit bonde · c3 vit springare · a2 vit bonde · b2 vit bonde · c2 vit bonde · f2 vit bonde · g2 vit bonde · h2 vit bonde · a1 vit torn · d1 vit drottning · e1 vit kung · f1 vit löpare · h1 vit torn | a8 svart torn · c8 svart löpare · d8 svart drottning · e8 svart kung · f8 svart löpare · h8 svart torn · a7 svart bonde · b7 svart bonde · e7 svart bonde · f7 svart bonde · g7 svart bonde · h7 svart bonde · c6 svart springare · d6 svart bonde · f6 svart springare · g5 vit löpare · d4 vit springare · e4 vit bonde · c3 vit springare · a2 vit bonde · b2 vit bonde · c2 vit bonde · f2 vit bonde · g2 vit bonde · h2 vit bonde · a1 vit torn · d1 vit drottning · e1 vit kung · f1 vit löpare · h1 vit torn | a8 svart torn · c8 svart löpare · d8 svart drottning · e8 svart kung · f8 svart löpare · h8 svart torn · a7 svart bonde · b7 svart bonde · e7 svart bonde · f7 svart bonde · g7 svart bonde · h7 svart bonde · c6 svart springare · d6 svart bonde · f6 svart springare · g5 vit löpare · d4 vit springare · e4 vit bonde · c3 vit springare · a2 vit bonde · b2 vit bonde · c2 vit bonde · f2 vit bonde · g2 vit bonde · h2 vit bonde · a1 vit torn · d1 vit drottning · e1 vit kung · f1 vit löpare · h1 vit torn | a8 svart torn · c8 svart löpare · d8 svart drottning · e8 svart kung · f8 svart löpare · h8 svart torn · a7 svart bonde · b7 svart bonde · e7 svart bonde · f7 svart bonde · g7 svart bonde · h7 svart bonde · c6 svart springare · d6 svart bonde · f6 svart springare · g5 vit löpare · d4 vit springare · e4 vit bonde · c3 vit springare · a2 vit bonde · b2 vit bonde · c2 vit bonde · f2 vit bonde · g2 vit bonde · h2 vit bonde · a1 vit torn · d1 vit drottning · e1 vit kung · f1 vit löpare · h1 vit torn | a8 svart torn · c8 svart löpare · d8 svart drottning · e8 svart kung · f8 svart löpare · h8 svart torn · a7 svart bonde · b7 svart bonde · e7 svart bonde · f7 svart bonde · g7 svart bonde · h7 svart bonde · c6 svart springare · d6 svart bonde · f6 svart springare · g5 vit löpare · d4 vit springare · e4 vit bonde · c3 vit springare · a2 vit bonde · b2 vit bonde · c2 vit bonde · f2 vit bonde · g2 vit bonde · h2 vit bonde · a1 vit torn · d1 vit drottning · e1 vit kung · f1 vit löpare · h1 vit torn | a8 svart torn · c8 svart löpare · d8 svart drottning · e8 svart kung · f8 svart löpare · h8 svart torn · a7 svart bonde · b7 svart bonde · e7 svart bonde · f7 svart bonde · g7 svart bonde · h7 svart bonde · c6 svart springare · d6 svart bonde · f6 svart springare · g5 vit löpare · d4 vit springare · e4 vit bonde · c3 vit springare · a2 vit bonde · b2 vit bonde · c2 vit bonde · f2 vit bonde · g2 vit bonde · h2 vit bonde · a1 vit torn · d1 vit drottning · e1 vit kung · f1 vit löpare · h1 vit torn | a8 svart torn · c8 svart löpare · d8 svart drottning · e8 svart kung · f8 svart löpare · h8 svart torn · a7 svart bonde · b7 svart bonde · e7 svart bonde · f7 svart bonde · g7 svart bonde · h7 svart bonde · c6 svart springare · d6 svart bonde · f6 svart springare · g5 vit löpare · d4 vit springare · e4 vit bonde · c3 vit springare · a2 vit bonde · b2 vit bonde · c2 vit bonde · f2 vit bonde · g2 vit bonde · h2 vit bonde · a1 vit torn · d1 vit drottning · e1 vit kung · f1 vit löpare · h1 vit torn | a8 svart torn · c8 svart löpare · d8 svart drottning · e8 svart kung · f8 svart löpare · h8 svart torn · a7 svart bonde · b7 svart bonde · e7 svart bonde · f7 svart bonde · g7 svart bonde · h7 svart bonde · c6 svart springare · d6 svart bonde · f6 svart springare · g5 vit löpare · d4 vit springare · e4 vit bonde · c3 vit springare · a2 vit bonde · b2 vit bonde · c2 vit bonde · f2 vit bonde · g2 vit bonde · h2 vit bonde · a1 vit torn · d1 vit drottning · e1 vit kung · f1 vit löpare · h1 vit torn | 3 |
| 2 | a8 svart torn · c8 svart löpare · d8 svart drottning · e8 svart kung · f8 svart löpare · h8 svart torn · a7 svart bonde · b7 svart bonde · e7 svart bonde · f7 svart bonde · g7 svart bonde · h7 svart bonde · c6 svart springare · d6 svart bonde · f6 svart springare · g5 vit löpare · d4 vit springare · e4 vit bonde · c3 vit springare · a2 vit bonde · b2 vit bonde · c2 vit bonde · f2 vit bonde · g2 vit bonde · h2 vit bonde · a1 vit torn · d1 vit drottning · e1 vit kung · f1 vit löpare · h1 vit torn | a8 svart torn · c8 svart löpare · d8 svart drottning · e8 svart kung · f8 svart löpare · h8 svart torn · a7 svart bonde · b7 svart bonde · e7 svart bonde · f7 svart bonde · g7 svart bonde · h7 svart bonde · c6 svart springare · d6 svart bonde · f6 svart springare · g5 vit löpare · d4 vit springare · e4 vit bonde · c3 vit springare · a2 vit bonde · b2 vit bonde · c2 vit bonde · f2 vit bonde · g2 vit bonde · h2 vit bonde · a1 vit torn · d1 vit drottning · e1 vit kung · f1 vit löpare · h1 vit torn | a8 svart torn · c8 svart löpare · d8 svart drottning · e8 svart kung · f8 svart löpare · h8 svart torn · a7 svart bonde · b7 svart bonde · e7 svart bonde · f7 svart bonde · g7 svart bonde · h7 svart bonde · c6 svart springare · d6 svart bonde · f6 svart springare · g5 vit löpare · d4 vit springare · e4 vit bonde · c3 vit springare · a2 vit bonde · b2 vit bonde · c2 vit bonde · f2 vit bonde · g2 vit bonde · h2 vit bonde · a1 vit torn · d1 vit drottning · e1 vit kung · f1 vit löpare · h1 vit torn | a8 svart torn · c8 svart löpare · d8 svart drottning · e8 svart kung · f8 svart löpare · h8 svart torn · a7 svart bonde · b7 svart bonde · e7 svart bonde · f7 svart bonde · g7 svart bonde · h7 svart bonde · c6 svart springare · d6 svart bonde · f6 svart springare · g5 vit löpare · d4 vit springare · e4 vit bonde · c3 vit springare · a2 vit bonde · b2 vit bonde · c2 vit bonde · f2 vit bonde · g2 vit bonde · h2 vit bonde · a1 vit torn · d1 vit drottning · e1 vit kung · f1 vit löpare · h1 vit torn | a8 svart torn · c8 svart löpare · d8 svart drottning · e8 svart kung · f8 svart löpare · h8 svart torn · a7 svart bonde · b7 svart bonde · e7 svart bonde · f7 svart bonde · g7 svart bonde · h7 svart bonde · c6 svart springare · d6 svart bonde · f6 svart springare · g5 vit löpare · d4 vit springare · e4 vit bonde · c3 vit springare · a2 vit bonde · b2 vit bonde · c2 vit bonde · f2 vit bonde · g2 vit bonde · h2 vit bonde · a1 vit torn · d1 vit drottning · e1 vit kung · f1 vit löpare · h1 vit torn | a8 svart torn · c8 svart löpare · d8 svart drottning · e8 svart kung · f8 svart löpare · h8 svart torn · a7 svart bonde · b7 svart bonde · e7 svart bonde · f7 svart bonde · g7 svart bonde · h7 svart bonde · c6 svart springare · d6 svart bonde · f6 svart springare · g5 vit löpare · d4 vit springare · e4 vit bonde · c3 vit springare · a2 vit bonde · b2 vit bonde · c2 vit bonde · f2 vit bonde · g2 vit bonde · h2 vit bonde · a1 vit torn · d1 vit drottning · e1 vit kung · f1 vit löpare · h1 vit torn | a8 svart torn · c8 svart löpare · d8 svart drottning · e8 svart kung · f8 svart löpare · h8 svart torn · a7 svart bonde · b7 svart bonde · e7 svart bonde · f7 svart bonde · g7 svart bonde · h7 svart bonde · c6 svart springare · d6 svart bonde · f6 svart springare · g5 vit löpare · d4 vit springare · e4 vit bonde · c3 vit springare · a2 vit bonde · b2 vit bonde · c2 vit bonde · f2 vit bonde · g2 vit bonde · h2 vit bonde · a1 vit torn · d1 vit drottning · e1 vit kung · f1 vit löpare · h1 vit torn | a8 svart torn · c8 svart löpare · d8 svart drottning · e8 svart kung · f8 svart löpare · h8 svart torn · a7 svart bonde · b7 svart bonde · e7 svart bonde · f7 svart bonde · g7 svart bonde · h7 svart bonde · c6 svart springare · d6 svart bonde · f6 svart springare · g5 vit löpare · d4 vit springare · e4 vit bonde · c3 vit springare · a2 vit bonde · b2 vit bonde · c2 vit bonde · f2 vit bonde · g2 vit bonde · h2 vit bonde · a1 vit torn · d1 vit drottning · e1 vit kung · f1 vit löpare · h1 vit torn | 2 |
| 1 | a8 svart torn · c8 svart löpare · d8 svart drottning · e8 svart kung · f8 svart löpare · h8 svart torn · a7 svart bonde · b7 svart bonde · e7 svart bonde · f7 svart bonde · g7 svart bonde · h7 svart bonde · c6 svart springare · d6 svart bonde · f6 svart springare · g5 vit löpare · d4 vit springare · e4 vit bonde · c3 vit springare · a2 vit bonde · b2 vit bonde · c2 vit bonde · f2 vit bonde · g2 vit bonde · h2 vit bonde · a1 vit torn · d1 vit drottning · e1 vit kung · f1 vit löpare · h1 vit torn | a8 svart torn · c8 svart löpare · d8 svart drottning · e8 svart kung · f8 svart löpare · h8 svart torn · a7 svart bonde · b7 svart bonde · e7 svart bonde · f7 svart bonde · g7 svart bonde · h7 svart bonde · c6 svart springare · d6 svart bonde · f6 svart springare · g5 vit löpare · d4 vit springare · e4 vit bonde · c3 vit springare · a2 vit bonde · b2 vit bonde · c2 vit bonde · f2 vit bonde · g2 vit bonde · h2 vit bonde · a1 vit torn · d1 vit drottning · e1 vit kung · f1 vit löpare · h1 vit torn | a8 svart torn · c8 svart löpare · d8 svart drottning · e8 svart kung · f8 svart löpare · h8 svart torn · a7 svart bonde · b7 svart bonde · e7 svart bonde · f7 svart bonde · g7 svart bonde · h7 svart bonde · c6 svart springare · d6 svart bonde · f6 svart springare · g5 vit löpare · d4 vit springare · e4 vit bonde · c3 vit springare · a2 vit bonde · b2 vit bonde · c2 vit bonde · f2 vit bonde · g2 vit bonde · h2 vit bonde · a1 vit torn · d1 vit drottning · e1 vit kung · f1 vit löpare · h1 vit torn | a8 svart torn · c8 svart löpare · d8 svart drottning · e8 svart kung · f8 svart löpare · h8 svart torn · a7 svart bonde · b7 svart bonde · e7 svart bonde · f7 svart bonde · g7 svart bonde · h7 svart bonde · c6 svart springare · d6 svart bonde · f6 svart springare · g5 vit löpare · d4 vit springare · e4 vit bonde · c3 vit springare · a2 vit bonde · b2 vit bonde · c2 vit bonde · f2 vit bonde · g2 vit bonde · h2 vit bonde · a1 vit torn · d1 vit drottning · e1 vit kung · f1 vit löpare · h1 vit torn | a8 svart torn · c8 svart löpare · d8 svart drottning · e8 svart kung · f8 svart löpare · h8 svart torn · a7 svart bonde · b7 svart bonde · e7 svart bonde · f7 svart bonde · g7 svart bonde · h7 svart bonde · c6 svart springare · d6 svart bonde · f6 svart springare · g5 vit löpare · d4 vit springare · e4 vit bonde · c3 vit springare · a2 vit bonde · b2 vit bonde · c2 vit bonde · f2 vit bonde · g2 vit bonde · h2 vit bonde · a1 vit torn · d1 vit drottning · e1 vit kung · f1 vit löpare · h1 vit torn | a8 svart torn · c8 svart löpare · d8 svart drottning · e8 svart kung · f8 svart löpare · h8 svart torn · a7 svart bonde · b7 svart bonde · e7 svart bonde · f7 svart bonde · g7 svart bonde · h7 svart bonde · c6 svart springare · d6 svart bonde · f6 svart springare · g5 vit löpare · d4 vit springare · e4 vit bonde · c3 vit springare · a2 vit bonde · b2 vit bonde · c2 vit bonde · f2 vit bonde · g2 vit bonde · h2 vit bonde · a1 vit torn · d1 vit drottning · e1 vit kung · f1 vit löpare · h1 vit torn | a8 svart torn · c8 svart löpare · d8 svart drottning · e8 svart kung · f8 svart löpare · h8 svart torn · a7 svart bonde · b7 svart bonde · e7 svart bonde · f7 svart bonde · g7 svart bonde · h7 svart bonde · c6 svart springare · d6 svart bonde · f6 svart springare · g5 vit löpare · d4 vit springare · e4 vit bonde · c3 vit springare · a2 vit bonde · b2 vit bonde · c2 vit bonde · f2 vit bonde · g2 vit bonde · h2 vit bonde · a1 vit torn · d1 vit drottning · e1 vit kung · f1 vit löpare · h1 vit torn | a8 svart torn · c8 svart löpare · d8 svart drottning · e8 svart kung · f8 svart löpare · h8 svart torn · a7 svart bonde · b7 svart bonde · e7 svart bonde · f7 svart bonde · g7 svart bonde · h7 svart bonde · c6 svart springare · d6 svart bonde · f6 svart springare · g5 vit löpare · d4 vit springare · e4 vit bonde · c3 vit springare · a2 vit bonde · b2 vit bonde · c2 vit bonde · f2 vit bonde · g2 vit bonde · h2 vit bonde · a1 vit torn · d1 vit drottning · e1 vit kung · f1 vit löpare · h1 vit torn | 1 |
|   | a | b | c | d | e | f | g | h |   |

B60 Sicilianskt, Richter-Rauzer
1.e4 c5 2.Sf3 d6 3.d4 cxd4 4.Sxd4 Sf6 5.Sc3 Sc6 6.Lg5
B61 Sicilianskt, Richter-Rauzer, Larsenvarianten, 7.Dd2
1.e4 c5 2.Sf3 d6 3.d4 cxd4 4.Sxd4 Sf6 5.Sc3 Sc6 6.Lg5 Ld7 7.Dd2
B62 Sicilianskt, Richter-Rauzer
1.e4 c5 2.Sf3 d6 3.d4 cxd4 4.Sxd4 Sf6 5.Sc3 Sc6 6.Lg5 e6
B63 Sicilianskt, Richter-Rauzer, Rauzerangreppet
1.e4 c5 2.Sf3 d6 3.d4 cxd4 4.Sxd4 Sf6 5.Sc3 Sc6 6.Lg5 e6 7.Dd2
B64 Sicilianskt, Richter-Rauzer, Rauzerangreppet
1.e4 c5 2.Sf3 d6 3.d4 cxd4 4.Sxd4 Sf6 5.Sc3 Sc6 6.Lg5 e6 7.Dd2 Le7 8.0-0-0 0-0 9.f4
B65 Sicilianskt, Richter-Rauzer, Rauzerangreppet, 7...Le7-försvaret, 9...Sxd4
1.e4 c5 2.Sf3 d6 3.d4 cxd4 4.Sxd4 Sf6 5.Sc3 Sc6 6.Lg5 e6 7.Dd2 Le7 8.0-0-0 0-0 9.f4 Sxd4 10.Dxd4
B66 Sicilianskt, Richter-Rauzer, Rauzerangreppet, 7...a6
1.e4 c5 2.Sf3 d6 3.d4 cxd4 4.Sxd4 Sf6 5.Sc3 Sc6 6.Lg5 e6 7.Dd2 a6
B67 Sicilianskt, Richter-Rauzer, Rauzerangreppet, 7...a6-försvaret, 8...Ld7
1.e4 c5 2.Sf3 d6 3.d4 cxd4 4.Sxd4 Sf6 5.Sc3 Sc6 6.Lg5 e6 7.Dd2 a6 8.0-0-0 Ld7
B68 Sicilianskt, Richter-Rauzer, Rauzerangreppet, 7...a6-försvaret, 9...Le7
1.e4 c5 2.Sf3 d6 3.d4 cxd4 4.Sxd4 Sf6 5.Sc3 Sc6 6.Lg5 e6 7.Dd2 a6 8.0-0-0 Ld7 9.f4 Le7
B69 Sicilianskt, Richter-Rauzer, Rauzerangreppet, 7...a6-försvaret, 11.Lxf6
1.e4 c5 2.Sf3 d6 3.d4 cxd4 4.Sxd4 Sf6 5.Sc3 Sc6 6.Lg5 e6 7.Dd2 a6 8.0-0-0 Ld7 9.f4 Le7 10.Sf3 b5 11.Lxf6
|   | a | b | c | d | e | f | g | h |   |
| 8 | a8 svart torn · b8 svart springare · c8 svart löpare · d8 svart drottning · e8 svart kung · f8 svart löpare · h8 svart torn · a7 svart bonde · b7 svart bonde · e7 svart bonde · f7 svart bonde · h7 svart bonde · d6 svart bonde · f6 svart springare · g6 svart bonde · d4 vit springare · e4 vit bonde · c3 vit springare · a2 vit bonde · b2 vit bonde · c2 vit bonde · f2 vit bonde · g2 vit bonde · h2 vit bonde · a1 vit torn · c1 vit löpare · d1 vit drottning · e1 vit kung · f1 vit löpare · h1 vit torn | a8 svart torn · b8 svart springare · c8 svart löpare · d8 svart drottning · e8 svart kung · f8 svart löpare · h8 svart torn · a7 svart bonde · b7 svart bonde · e7 svart bonde · f7 svart bonde · h7 svart bonde · d6 svart bonde · f6 svart springare · g6 svart bonde · d4 vit springare · e4 vit bonde · c3 vit springare · a2 vit bonde · b2 vit bonde · c2 vit bonde · f2 vit bonde · g2 vit bonde · h2 vit bonde · a1 vit torn · c1 vit löpare · d1 vit drottning · e1 vit kung · f1 vit löpare · h1 vit torn | a8 svart torn · b8 svart springare · c8 svart löpare · d8 svart drottning · e8 svart kung · f8 svart löpare · h8 svart torn · a7 svart bonde · b7 svart bonde · e7 svart bonde · f7 svart bonde · h7 svart bonde · d6 svart bonde · f6 svart springare · g6 svart bonde · d4 vit springare · e4 vit bonde · c3 vit springare · a2 vit bonde · b2 vit bonde · c2 vit bonde · f2 vit bonde · g2 vit bonde · h2 vit bonde · a1 vit torn · c1 vit löpare · d1 vit drottning · e1 vit kung · f1 vit löpare · h1 vit torn | a8 svart torn · b8 svart springare · c8 svart löpare · d8 svart drottning · e8 svart kung · f8 svart löpare · h8 svart torn · a7 svart bonde · b7 svart bonde · e7 svart bonde · f7 svart bonde · h7 svart bonde · d6 svart bonde · f6 svart springare · g6 svart bonde · d4 vit springare · e4 vit bonde · c3 vit springare · a2 vit bonde · b2 vit bonde · c2 vit bonde · f2 vit bonde · g2 vit bonde · h2 vit bonde · a1 vit torn · c1 vit löpare · d1 vit drottning · e1 vit kung · f1 vit löpare · h1 vit torn | a8 svart torn · b8 svart springare · c8 svart löpare · d8 svart drottning · e8 svart kung · f8 svart löpare · h8 svart torn · a7 svart bonde · b7 svart bonde · e7 svart bonde · f7 svart bonde · h7 svart bonde · d6 svart bonde · f6 svart springare · g6 svart bonde · d4 vit springare · e4 vit bonde · c3 vit springare · a2 vit bonde · b2 vit bonde · c2 vit bonde · f2 vit bonde · g2 vit bonde · h2 vit bonde · a1 vit torn · c1 vit löpare · d1 vit drottning · e1 vit kung · f1 vit löpare · h1 vit torn | a8 svart torn · b8 svart springare · c8 svart löpare · d8 svart drottning · e8 svart kung · f8 svart löpare · h8 svart torn · a7 svart bonde · b7 svart bonde · e7 svart bonde · f7 svart bonde · h7 svart bonde · d6 svart bonde · f6 svart springare · g6 svart bonde · d4 vit springare · e4 vit bonde · c3 vit springare · a2 vit bonde · b2 vit bonde · c2 vit bonde · f2 vit bonde · g2 vit bonde · h2 vit bonde · a1 vit torn · c1 vit löpare · d1 vit drottning · e1 vit kung · f1 vit löpare · h1 vit torn | a8 svart torn · b8 svart springare · c8 svart löpare · d8 svart drottning · e8 svart kung · f8 svart löpare · h8 svart torn · a7 svart bonde · b7 svart bonde · e7 svart bonde · f7 svart bonde · h7 svart bonde · d6 svart bonde · f6 svart springare · g6 svart bonde · d4 vit springare · e4 vit bonde · c3 vit springare · a2 vit bonde · b2 vit bonde · c2 vit bonde · f2 vit bonde · g2 vit bonde · h2 vit bonde · a1 vit torn · c1 vit löpare · d1 vit drottning · e1 vit kung · f1 vit löpare · h1 vit torn | a8 svart torn · b8 svart springare · c8 svart löpare · d8 svart drottning · e8 svart kung · f8 svart löpare · h8 svart torn · a7 svart bonde · b7 svart bonde · e7 svart bonde · f7 svart bonde · h7 svart bonde · d6 svart bonde · f6 svart springare · g6 svart bonde · d4 vit springare · e4 vit bonde · c3 vit springare · a2 vit bonde · b2 vit bonde · c2 vit bonde · f2 vit bonde · g2 vit bonde · h2 vit bonde · a1 vit torn · c1 vit löpare · d1 vit drottning · e1 vit kung · f1 vit löpare · h1 vit torn | 8 |
| 7 | a8 svart torn · b8 svart springare · c8 svart löpare · d8 svart drottning · e8 svart kung · f8 svart löpare · h8 svart torn · a7 svart bonde · b7 svart bonde · e7 svart bonde · f7 svart bonde · h7 svart bonde · d6 svart bonde · f6 svart springare · g6 svart bonde · d4 vit springare · e4 vit bonde · c3 vit springare · a2 vit bonde · b2 vit bonde · c2 vit bonde · f2 vit bonde · g2 vit bonde · h2 vit bonde · a1 vit torn · c1 vit löpare · d1 vit drottning · e1 vit kung · f1 vit löpare · h1 vit torn | a8 svart torn · b8 svart springare · c8 svart löpare · d8 svart drottning · e8 svart kung · f8 svart löpare · h8 svart torn · a7 svart bonde · b7 svart bonde · e7 svart bonde · f7 svart bonde · h7 svart bonde · d6 svart bonde · f6 svart springare · g6 svart bonde · d4 vit springare · e4 vit bonde · c3 vit springare · a2 vit bonde · b2 vit bonde · c2 vit bonde · f2 vit bonde · g2 vit bonde · h2 vit bonde · a1 vit torn · c1 vit löpare · d1 vit drottning · e1 vit kung · f1 vit löpare · h1 vit torn | a8 svart torn · b8 svart springare · c8 svart löpare · d8 svart drottning · e8 svart kung · f8 svart löpare · h8 svart torn · a7 svart bonde · b7 svart bonde · e7 svart bonde · f7 svart bonde · h7 svart bonde · d6 svart bonde · f6 svart springare · g6 svart bonde · d4 vit springare · e4 vit bonde · c3 vit springare · a2 vit bonde · b2 vit bonde · c2 vit bonde · f2 vit bonde · g2 vit bonde · h2 vit bonde · a1 vit torn · c1 vit löpare · d1 vit drottning · e1 vit kung · f1 vit löpare · h1 vit torn | a8 svart torn · b8 svart springare · c8 svart löpare · d8 svart drottning · e8 svart kung · f8 svart löpare · h8 svart torn · a7 svart bonde · b7 svart bonde · e7 svart bonde · f7 svart bonde · h7 svart bonde · d6 svart bonde · f6 svart springare · g6 svart bonde · d4 vit springare · e4 vit bonde · c3 vit springare · a2 vit bonde · b2 vit bonde · c2 vit bonde · f2 vit bonde · g2 vit bonde · h2 vit bonde · a1 vit torn · c1 vit löpare · d1 vit drottning · e1 vit kung · f1 vit löpare · h1 vit torn | a8 svart torn · b8 svart springare · c8 svart löpare · d8 svart drottning · e8 svart kung · f8 svart löpare · h8 svart torn · a7 svart bonde · b7 svart bonde · e7 svart bonde · f7 svart bonde · h7 svart bonde · d6 svart bonde · f6 svart springare · g6 svart bonde · d4 vit springare · e4 vit bonde · c3 vit springare · a2 vit bonde · b2 vit bonde · c2 vit bonde · f2 vit bonde · g2 vit bonde · h2 vit bonde · a1 vit torn · c1 vit löpare · d1 vit drottning · e1 vit kung · f1 vit löpare · h1 vit torn | a8 svart torn · b8 svart springare · c8 svart löpare · d8 svart drottning · e8 svart kung · f8 svart löpare · h8 svart torn · a7 svart bonde · b7 svart bonde · e7 svart bonde · f7 svart bonde · h7 svart bonde · d6 svart bonde · f6 svart springare · g6 svart bonde · d4 vit springare · e4 vit bonde · c3 vit springare · a2 vit bonde · b2 vit bonde · c2 vit bonde · f2 vit bonde · g2 vit bonde · h2 vit bonde · a1 vit torn · c1 vit löpare · d1 vit drottning · e1 vit kung · f1 vit löpare · h1 vit torn | a8 svart torn · b8 svart springare · c8 svart löpare · d8 svart drottning · e8 svart kung · f8 svart löpare · h8 svart torn · a7 svart bonde · b7 svart bonde · e7 svart bonde · f7 svart bonde · h7 svart bonde · d6 svart bonde · f6 svart springare · g6 svart bonde · d4 vit springare · e4 vit bonde · c3 vit springare · a2 vit bonde · b2 vit bonde · c2 vit bonde · f2 vit bonde · g2 vit bonde · h2 vit bonde · a1 vit torn · c1 vit löpare · d1 vit drottning · e1 vit kung · f1 vit löpare · h1 vit torn | a8 svart torn · b8 svart springare · c8 svart löpare · d8 svart drottning · e8 svart kung · f8 svart löpare · h8 svart torn · a7 svart bonde · b7 svart bonde · e7 svart bonde · f7 svart bonde · h7 svart bonde · d6 svart bonde · f6 svart springare · g6 svart bonde · d4 vit springare · e4 vit bonde · c3 vit springare · a2 vit bonde · b2 vit bonde · c2 vit bonde · f2 vit bonde · g2 vit bonde · h2 vit bonde · a1 vit torn · c1 vit löpare · d1 vit drottning · e1 vit kung · f1 vit löpare · h1 vit torn | 7 |
| 6 | a8 svart torn · b8 svart springare · c8 svart löpare · d8 svart drottning · e8 svart kung · f8 svart löpare · h8 svart torn · a7 svart bonde · b7 svart bonde · e7 svart bonde · f7 svart bonde · h7 svart bonde · d6 svart bonde · f6 svart springare · g6 svart bonde · d4 vit springare · e4 vit bonde · c3 vit springare · a2 vit bonde · b2 vit bonde · c2 vit bonde · f2 vit bonde · g2 vit bonde · h2 vit bonde · a1 vit torn · c1 vit löpare · d1 vit drottning · e1 vit kung · f1 vit löpare · h1 vit torn | a8 svart torn · b8 svart springare · c8 svart löpare · d8 svart drottning · e8 svart kung · f8 svart löpare · h8 svart torn · a7 svart bonde · b7 svart bonde · e7 svart bonde · f7 svart bonde · h7 svart bonde · d6 svart bonde · f6 svart springare · g6 svart bonde · d4 vit springare · e4 vit bonde · c3 vit springare · a2 vit bonde · b2 vit bonde · c2 vit bonde · f2 vit bonde · g2 vit bonde · h2 vit bonde · a1 vit torn · c1 vit löpare · d1 vit drottning · e1 vit kung · f1 vit löpare · h1 vit torn | a8 svart torn · b8 svart springare · c8 svart löpare · d8 svart drottning · e8 svart kung · f8 svart löpare · h8 svart torn · a7 svart bonde · b7 svart bonde · e7 svart bonde · f7 svart bonde · h7 svart bonde · d6 svart bonde · f6 svart springare · g6 svart bonde · d4 vit springare · e4 vit bonde · c3 vit springare · a2 vit bonde · b2 vit bonde · c2 vit bonde · f2 vit bonde · g2 vit bonde · h2 vit bonde · a1 vit torn · c1 vit löpare · d1 vit drottning · e1 vit kung · f1 vit löpare · h1 vit torn | a8 svart torn · b8 svart springare · c8 svart löpare · d8 svart drottning · e8 svart kung · f8 svart löpare · h8 svart torn · a7 svart bonde · b7 svart bonde · e7 svart bonde · f7 svart bonde · h7 svart bonde · d6 svart bonde · f6 svart springare · g6 svart bonde · d4 vit springare · e4 vit bonde · c3 vit springare · a2 vit bonde · b2 vit bonde · c2 vit bonde · f2 vit bonde · g2 vit bonde · h2 vit bonde · a1 vit torn · c1 vit löpare · d1 vit drottning · e1 vit kung · f1 vit löpare · h1 vit torn | a8 svart torn · b8 svart springare · c8 svart löpare · d8 svart drottning · e8 svart kung · f8 svart löpare · h8 svart torn · a7 svart bonde · b7 svart bonde · e7 svart bonde · f7 svart bonde · h7 svart bonde · d6 svart bonde · f6 svart springare · g6 svart bonde · d4 vit springare · e4 vit bonde · c3 vit springare · a2 vit bonde · b2 vit bonde · c2 vit bonde · f2 vit bonde · g2 vit bonde · h2 vit bonde · a1 vit torn · c1 vit löpare · d1 vit drottning · e1 vit kung · f1 vit löpare · h1 vit torn | a8 svart torn · b8 svart springare · c8 svart löpare · d8 svart drottning · e8 svart kung · f8 svart löpare · h8 svart torn · a7 svart bonde · b7 svart bonde · e7 svart bonde · f7 svart bonde · h7 svart bonde · d6 svart bonde · f6 svart springare · g6 svart bonde · d4 vit springare · e4 vit bonde · c3 vit springare · a2 vit bonde · b2 vit bonde · c2 vit bonde · f2 vit bonde · g2 vit bonde · h2 vit bonde · a1 vit torn · c1 vit löpare · d1 vit drottning · e1 vit kung · f1 vit löpare · h1 vit torn | a8 svart torn · b8 svart springare · c8 svart löpare · d8 svart drottning · e8 svart kung · f8 svart löpare · h8 svart torn · a7 svart bonde · b7 svart bonde · e7 svart bonde · f7 svart bonde · h7 svart bonde · d6 svart bonde · f6 svart springare · g6 svart bonde · d4 vit springare · e4 vit bonde · c3 vit springare · a2 vit bonde · b2 vit bonde · c2 vit bonde · f2 vit bonde · g2 vit bonde · h2 vit bonde · a1 vit torn · c1 vit löpare · d1 vit drottning · e1 vit kung · f1 vit löpare · h1 vit torn | a8 svart torn · b8 svart springare · c8 svart löpare · d8 svart drottning · e8 svart kung · f8 svart löpare · h8 svart torn · a7 svart bonde · b7 svart bonde · e7 svart bonde · f7 svart bonde · h7 svart bonde · d6 svart bonde · f6 svart springare · g6 svart bonde · d4 vit springare · e4 vit bonde · c3 vit springare · a2 vit bonde · b2 vit bonde · c2 vit bonde · f2 vit bonde · g2 vit bonde · h2 vit bonde · a1 vit torn · c1 vit löpare · d1 vit drottning · e1 vit kung · f1 vit löpare · h1 vit torn | 6 |
| 5 | a8 svart torn · b8 svart springare · c8 svart löpare · d8 svart drottning · e8 svart kung · f8 svart löpare · h8 svart torn · a7 svart bonde · b7 svart bonde · e7 svart bonde · f7 svart bonde · h7 svart bonde · d6 svart bonde · f6 svart springare · g6 svart bonde · d4 vit springare · e4 vit bonde · c3 vit springare · a2 vit bonde · b2 vit bonde · c2 vit bonde · f2 vit bonde · g2 vit bonde · h2 vit bonde · a1 vit torn · c1 vit löpare · d1 vit drottning · e1 vit kung · f1 vit löpare · h1 vit torn | a8 svart torn · b8 svart springare · c8 svart löpare · d8 svart drottning · e8 svart kung · f8 svart löpare · h8 svart torn · a7 svart bonde · b7 svart bonde · e7 svart bonde · f7 svart bonde · h7 svart bonde · d6 svart bonde · f6 svart springare · g6 svart bonde · d4 vit springare · e4 vit bonde · c3 vit springare · a2 vit bonde · b2 vit bonde · c2 vit bonde · f2 vit bonde · g2 vit bonde · h2 vit bonde · a1 vit torn · c1 vit löpare · d1 vit drottning · e1 vit kung · f1 vit löpare · h1 vit torn | a8 svart torn · b8 svart springare · c8 svart löpare · d8 svart drottning · e8 svart kung · f8 svart löpare · h8 svart torn · a7 svart bonde · b7 svart bonde · e7 svart bonde · f7 svart bonde · h7 svart bonde · d6 svart bonde · f6 svart springare · g6 svart bonde · d4 vit springare · e4 vit bonde · c3 vit springare · a2 vit bonde · b2 vit bonde · c2 vit bonde · f2 vit bonde · g2 vit bonde · h2 vit bonde · a1 vit torn · c1 vit löpare · d1 vit drottning · e1 vit kung · f1 vit löpare · h1 vit torn | a8 svart torn · b8 svart springare · c8 svart löpare · d8 svart drottning · e8 svart kung · f8 svart löpare · h8 svart torn · a7 svart bonde · b7 svart bonde · e7 svart bonde · f7 svart bonde · h7 svart bonde · d6 svart bonde · f6 svart springare · g6 svart bonde · d4 vit springare · e4 vit bonde · c3 vit springare · a2 vit bonde · b2 vit bonde · c2 vit bonde · f2 vit bonde · g2 vit bonde · h2 vit bonde · a1 vit torn · c1 vit löpare · d1 vit drottning · e1 vit kung · f1 vit löpare · h1 vit torn | a8 svart torn · b8 svart springare · c8 svart löpare · d8 svart drottning · e8 svart kung · f8 svart löpare · h8 svart torn · a7 svart bonde · b7 svart bonde · e7 svart bonde · f7 svart bonde · h7 svart bonde · d6 svart bonde · f6 svart springare · g6 svart bonde · d4 vit springare · e4 vit bonde · c3 vit springare · a2 vit bonde · b2 vit bonde · c2 vit bonde · f2 vit bonde · g2 vit bonde · h2 vit bonde · a1 vit torn · c1 vit löpare · d1 vit drottning · e1 vit kung · f1 vit löpare · h1 vit torn | a8 svart torn · b8 svart springare · c8 svart löpare · d8 svart drottning · e8 svart kung · f8 svart löpare · h8 svart torn · a7 svart bonde · b7 svart bonde · e7 svart bonde · f7 svart bonde · h7 svart bonde · d6 svart bonde · f6 svart springare · g6 svart bonde · d4 vit springare · e4 vit bonde · c3 vit springare · a2 vit bonde · b2 vit bonde · c2 vit bonde · f2 vit bonde · g2 vit bonde · h2 vit bonde · a1 vit torn · c1 vit löpare · d1 vit drottning · e1 vit kung · f1 vit löpare · h1 vit torn | a8 svart torn · b8 svart springare · c8 svart löpare · d8 svart drottning · e8 svart kung · f8 svart löpare · h8 svart torn · a7 svart bonde · b7 svart bonde · e7 svart bonde · f7 svart bonde · h7 svart bonde · d6 svart bonde · f6 svart springare · g6 svart bonde · d4 vit springare · e4 vit bonde · c3 vit springare · a2 vit bonde · b2 vit bonde · c2 vit bonde · f2 vit bonde · g2 vit bonde · h2 vit bonde · a1 vit torn · c1 vit löpare · d1 vit drottning · e1 vit kung · f1 vit löpare · h1 vit torn | a8 svart torn · b8 svart springare · c8 svart löpare · d8 svart drottning · e8 svart kung · f8 svart löpare · h8 svart torn · a7 svart bonde · b7 svart bonde · e7 svart bonde · f7 svart bonde · h7 svart bonde · d6 svart bonde · f6 svart springare · g6 svart bonde · d4 vit springare · e4 vit bonde · c3 vit springare · a2 vit bonde · b2 vit bonde · c2 vit bonde · f2 vit bonde · g2 vit bonde · h2 vit bonde · a1 vit torn · c1 vit löpare · d1 vit drottning · e1 vit kung · f1 vit löpare · h1 vit torn | 5 |
| 4 | a8 svart torn · b8 svart springare · c8 svart löpare · d8 svart drottning · e8 svart kung · f8 svart löpare · h8 svart torn · a7 svart bonde · b7 svart bonde · e7 svart bonde · f7 svart bonde · h7 svart bonde · d6 svart bonde · f6 svart springare · g6 svart bonde · d4 vit springare · e4 vit bonde · c3 vit springare · a2 vit bonde · b2 vit bonde · c2 vit bonde · f2 vit bonde · g2 vit bonde · h2 vit bonde · a1 vit torn · c1 vit löpare · d1 vit drottning · e1 vit kung · f1 vit löpare · h1 vit torn | a8 svart torn · b8 svart springare · c8 svart löpare · d8 svart drottning · e8 svart kung · f8 svart löpare · h8 svart torn · a7 svart bonde · b7 svart bonde · e7 svart bonde · f7 svart bonde · h7 svart bonde · d6 svart bonde · f6 svart springare · g6 svart bonde · d4 vit springare · e4 vit bonde · c3 vit springare · a2 vit bonde · b2 vit bonde · c2 vit bonde · f2 vit bonde · g2 vit bonde · h2 vit bonde · a1 vit torn · c1 vit löpare · d1 vit drottning · e1 vit kung · f1 vit löpare · h1 vit torn | a8 svart torn · b8 svart springare · c8 svart löpare · d8 svart drottning · e8 svart kung · f8 svart löpare · h8 svart torn · a7 svart bonde · b7 svart bonde · e7 svart bonde · f7 svart bonde · h7 svart bonde · d6 svart bonde · f6 svart springare · g6 svart bonde · d4 vit springare · e4 vit bonde · c3 vit springare · a2 vit bonde · b2 vit bonde · c2 vit bonde · f2 vit bonde · g2 vit bonde · h2 vit bonde · a1 vit torn · c1 vit löpare · d1 vit drottning · e1 vit kung · f1 vit löpare · h1 vit torn | a8 svart torn · b8 svart springare · c8 svart löpare · d8 svart drottning · e8 svart kung · f8 svart löpare · h8 svart torn · a7 svart bonde · b7 svart bonde · e7 svart bonde · f7 svart bonde · h7 svart bonde · d6 svart bonde · f6 svart springare · g6 svart bonde · d4 vit springare · e4 vit bonde · c3 vit springare · a2 vit bonde · b2 vit bonde · c2 vit bonde · f2 vit bonde · g2 vit bonde · h2 vit bonde · a1 vit torn · c1 vit löpare · d1 vit drottning · e1 vit kung · f1 vit löpare · h1 vit torn | a8 svart torn · b8 svart springare · c8 svart löpare · d8 svart drottning · e8 svart kung · f8 svart löpare · h8 svart torn · a7 svart bonde · b7 svart bonde · e7 svart bonde · f7 svart bonde · h7 svart bonde · d6 svart bonde · f6 svart springare · g6 svart bonde · d4 vit springare · e4 vit bonde · c3 vit springare · a2 vit bonde · b2 vit bonde · c2 vit bonde · f2 vit bonde · g2 vit bonde · h2 vit bonde · a1 vit torn · c1 vit löpare · d1 vit drottning · e1 vit kung · f1 vit löpare · h1 vit torn | a8 svart torn · b8 svart springare · c8 svart löpare · d8 svart drottning · e8 svart kung · f8 svart löpare · h8 svart torn · a7 svart bonde · b7 svart bonde · e7 svart bonde · f7 svart bonde · h7 svart bonde · d6 svart bonde · f6 svart springare · g6 svart bonde · d4 vit springare · e4 vit bonde · c3 vit springare · a2 vit bonde · b2 vit bonde · c2 vit bonde · f2 vit bonde · g2 vit bonde · h2 vit bonde · a1 vit torn · c1 vit löpare · d1 vit drottning · e1 vit kung · f1 vit löpare · h1 vit torn | a8 svart torn · b8 svart springare · c8 svart löpare · d8 svart drottning · e8 svart kung · f8 svart löpare · h8 svart torn · a7 svart bonde · b7 svart bonde · e7 svart bonde · f7 svart bonde · h7 svart bonde · d6 svart bonde · f6 svart springare · g6 svart bonde · d4 vit springare · e4 vit bonde · c3 vit springare · a2 vit bonde · b2 vit bonde · c2 vit bonde · f2 vit bonde · g2 vit bonde · h2 vit bonde · a1 vit torn · c1 vit löpare · d1 vit drottning · e1 vit kung · f1 vit löpare · h1 vit torn | a8 svart torn · b8 svart springare · c8 svart löpare · d8 svart drottning · e8 svart kung · f8 svart löpare · h8 svart torn · a7 svart bonde · b7 svart bonde · e7 svart bonde · f7 svart bonde · h7 svart bonde · d6 svart bonde · f6 svart springare · g6 svart bonde · d4 vit springare · e4 vit bonde · c3 vit springare · a2 vit bonde · b2 vit bonde · c2 vit bonde · f2 vit bonde · g2 vit bonde · h2 vit bonde · a1 vit torn · c1 vit löpare · d1 vit drottning · e1 vit kung · f1 vit löpare · h1 vit torn | 4 |
| 3 | a8 svart torn · b8 svart springare · c8 svart löpare · d8 svart drottning · e8 svart kung · f8 svart löpare · h8 svart torn · a7 svart bonde · b7 svart bonde · e7 svart bonde · f7 svart bonde · h7 svart bonde · d6 svart bonde · f6 svart springare · g6 svart bonde · d4 vit springare · e4 vit bonde · c3 vit springare · a2 vit bonde · b2 vit bonde · c2 vit bonde · f2 vit bonde · g2 vit bonde · h2 vit bonde · a1 vit torn · c1 vit löpare · d1 vit drottning · e1 vit kung · f1 vit löpare · h1 vit torn | a8 svart torn · b8 svart springare · c8 svart löpare · d8 svart drottning · e8 svart kung · f8 svart löpare · h8 svart torn · a7 svart bonde · b7 svart bonde · e7 svart bonde · f7 svart bonde · h7 svart bonde · d6 svart bonde · f6 svart springare · g6 svart bonde · d4 vit springare · e4 vit bonde · c3 vit springare · a2 vit bonde · b2 vit bonde · c2 vit bonde · f2 vit bonde · g2 vit bonde · h2 vit bonde · a1 vit torn · c1 vit löpare · d1 vit drottning · e1 vit kung · f1 vit löpare · h1 vit torn | a8 svart torn · b8 svart springare · c8 svart löpare · d8 svart drottning · e8 svart kung · f8 svart löpare · h8 svart torn · a7 svart bonde · b7 svart bonde · e7 svart bonde · f7 svart bonde · h7 svart bonde · d6 svart bonde · f6 svart springare · g6 svart bonde · d4 vit springare · e4 vit bonde · c3 vit springare · a2 vit bonde · b2 vit bonde · c2 vit bonde · f2 vit bonde · g2 vit bonde · h2 vit bonde · a1 vit torn · c1 vit löpare · d1 vit drottning · e1 vit kung · f1 vit löpare · h1 vit torn | a8 svart torn · b8 svart springare · c8 svart löpare · d8 svart drottning · e8 svart kung · f8 svart löpare · h8 svart torn · a7 svart bonde · b7 svart bonde · e7 svart bonde · f7 svart bonde · h7 svart bonde · d6 svart bonde · f6 svart springare · g6 svart bonde · d4 vit springare · e4 vit bonde · c3 vit springare · a2 vit bonde · b2 vit bonde · c2 vit bonde · f2 vit bonde · g2 vit bonde · h2 vit bonde · a1 vit torn · c1 vit löpare · d1 vit drottning · e1 vit kung · f1 vit löpare · h1 vit torn | a8 svart torn · b8 svart springare · c8 svart löpare · d8 svart drottning · e8 svart kung · f8 svart löpare · h8 svart torn · a7 svart bonde · b7 svart bonde · e7 svart bonde · f7 svart bonde · h7 svart bonde · d6 svart bonde · f6 svart springare · g6 svart bonde · d4 vit springare · e4 vit bonde · c3 vit springare · a2 vit bonde · b2 vit bonde · c2 vit bonde · f2 vit bonde · g2 vit bonde · h2 vit bonde · a1 vit torn · c1 vit löpare · d1 vit drottning · e1 vit kung · f1 vit löpare · h1 vit torn | a8 svart torn · b8 svart springare · c8 svart löpare · d8 svart drottning · e8 svart kung · f8 svart löpare · h8 svart torn · a7 svart bonde · b7 svart bonde · e7 svart bonde · f7 svart bonde · h7 svart bonde · d6 svart bonde · f6 svart springare · g6 svart bonde · d4 vit springare · e4 vit bonde · c3 vit springare · a2 vit bonde · b2 vit bonde · c2 vit bonde · f2 vit bonde · g2 vit bonde · h2 vit bonde · a1 vit torn · c1 vit löpare · d1 vit drottning · e1 vit kung · f1 vit löpare · h1 vit torn | a8 svart torn · b8 svart springare · c8 svart löpare · d8 svart drottning · e8 svart kung · f8 svart löpare · h8 svart torn · a7 svart bonde · b7 svart bonde · e7 svart bonde · f7 svart bonde · h7 svart bonde · d6 svart bonde · f6 svart springare · g6 svart bonde · d4 vit springare · e4 vit bonde · c3 vit springare · a2 vit bonde · b2 vit bonde · c2 vit bonde · f2 vit bonde · g2 vit bonde · h2 vit bonde · a1 vit torn · c1 vit löpare · d1 vit drottning · e1 vit kung · f1 vit löpare · h1 vit torn | a8 svart torn · b8 svart springare · c8 svart löpare · d8 svart drottning · e8 svart kung · f8 svart löpare · h8 svart torn · a7 svart bonde · b7 svart bonde · e7 svart bonde · f7 svart bonde · h7 svart bonde · d6 svart bonde · f6 svart springare · g6 svart bonde · d4 vit springare · e4 vit bonde · c3 vit springare · a2 vit bonde · b2 vit bonde · c2 vit bonde · f2 vit bonde · g2 vit bonde · h2 vit bonde · a1 vit torn · c1 vit löpare · d1 vit drottning · e1 vit kung · f1 vit löpare · h1 vit torn | 3 |
| 2 | a8 svart torn · b8 svart springare · c8 svart löpare · d8 svart drottning · e8 svart kung · f8 svart löpare · h8 svart torn · a7 svart bonde · b7 svart bonde · e7 svart bonde · f7 svart bonde · h7 svart bonde · d6 svart bonde · f6 svart springare · g6 svart bonde · d4 vit springare · e4 vit bonde · c3 vit springare · a2 vit bonde · b2 vit bonde · c2 vit bonde · f2 vit bonde · g2 vit bonde · h2 vit bonde · a1 vit torn · c1 vit löpare · d1 vit drottning · e1 vit kung · f1 vit löpare · h1 vit torn | a8 svart torn · b8 svart springare · c8 svart löpare · d8 svart drottning · e8 svart kung · f8 svart löpare · h8 svart torn · a7 svart bonde · b7 svart bonde · e7 svart bonde · f7 svart bonde · h7 svart bonde · d6 svart bonde · f6 svart springare · g6 svart bonde · d4 vit springare · e4 vit bonde · c3 vit springare · a2 vit bonde · b2 vit bonde · c2 vit bonde · f2 vit bonde · g2 vit bonde · h2 vit bonde · a1 vit torn · c1 vit löpare · d1 vit drottning · e1 vit kung · f1 vit löpare · h1 vit torn | a8 svart torn · b8 svart springare · c8 svart löpare · d8 svart drottning · e8 svart kung · f8 svart löpare · h8 svart torn · a7 svart bonde · b7 svart bonde · e7 svart bonde · f7 svart bonde · h7 svart bonde · d6 svart bonde · f6 svart springare · g6 svart bonde · d4 vit springare · e4 vit bonde · c3 vit springare · a2 vit bonde · b2 vit bonde · c2 vit bonde · f2 vit bonde · g2 vit bonde · h2 vit bonde · a1 vit torn · c1 vit löpare · d1 vit drottning · e1 vit kung · f1 vit löpare · h1 vit torn | a8 svart torn · b8 svart springare · c8 svart löpare · d8 svart drottning · e8 svart kung · f8 svart löpare · h8 svart torn · a7 svart bonde · b7 svart bonde · e7 svart bonde · f7 svart bonde · h7 svart bonde · d6 svart bonde · f6 svart springare · g6 svart bonde · d4 vit springare · e4 vit bonde · c3 vit springare · a2 vit bonde · b2 vit bonde · c2 vit bonde · f2 vit bonde · g2 vit bonde · h2 vit bonde · a1 vit torn · c1 vit löpare · d1 vit drottning · e1 vit kung · f1 vit löpare · h1 vit torn | a8 svart torn · b8 svart springare · c8 svart löpare · d8 svart drottning · e8 svart kung · f8 svart löpare · h8 svart torn · a7 svart bonde · b7 svart bonde · e7 svart bonde · f7 svart bonde · h7 svart bonde · d6 svart bonde · f6 svart springare · g6 svart bonde · d4 vit springare · e4 vit bonde · c3 vit springare · a2 vit bonde · b2 vit bonde · c2 vit bonde · f2 vit bonde · g2 vit bonde · h2 vit bonde · a1 vit torn · c1 vit löpare · d1 vit drottning · e1 vit kung · f1 vit löpare · h1 vit torn | a8 svart torn · b8 svart springare · c8 svart löpare · d8 svart drottning · e8 svart kung · f8 svart löpare · h8 svart torn · a7 svart bonde · b7 svart bonde · e7 svart bonde · f7 svart bonde · h7 svart bonde · d6 svart bonde · f6 svart springare · g6 svart bonde · d4 vit springare · e4 vit bonde · c3 vit springare · a2 vit bonde · b2 vit bonde · c2 vit bonde · f2 vit bonde · g2 vit bonde · h2 vit bonde · a1 vit torn · c1 vit löpare · d1 vit drottning · e1 vit kung · f1 vit löpare · h1 vit torn | a8 svart torn · b8 svart springare · c8 svart löpare · d8 svart drottning · e8 svart kung · f8 svart löpare · h8 svart torn · a7 svart bonde · b7 svart bonde · e7 svart bonde · f7 svart bonde · h7 svart bonde · d6 svart bonde · f6 svart springare · g6 svart bonde · d4 vit springare · e4 vit bonde · c3 vit springare · a2 vit bonde · b2 vit bonde · c2 vit bonde · f2 vit bonde · g2 vit bonde · h2 vit bonde · a1 vit torn · c1 vit löpare · d1 vit drottning · e1 vit kung · f1 vit löpare · h1 vit torn | a8 svart torn · b8 svart springare · c8 svart löpare · d8 svart drottning · e8 svart kung · f8 svart löpare · h8 svart torn · a7 svart bonde · b7 svart bonde · e7 svart bonde · f7 svart bonde · h7 svart bonde · d6 svart bonde · f6 svart springare · g6 svart bonde · d4 vit springare · e4 vit bonde · c3 vit springare · a2 vit bonde · b2 vit bonde · c2 vit bonde · f2 vit bonde · g2 vit bonde · h2 vit bonde · a1 vit torn · c1 vit löpare · d1 vit drottning · e1 vit kung · f1 vit löpare · h1 vit torn | 2 |
| 1 | a8 svart torn · b8 svart springare · c8 svart löpare · d8 svart drottning · e8 svart kung · f8 svart löpare · h8 svart torn · a7 svart bonde · b7 svart bonde · e7 svart bonde · f7 svart bonde · h7 svart bonde · d6 svart bonde · f6 svart springare · g6 svart bonde · d4 vit springare · e4 vit bonde · c3 vit springare · a2 vit bonde · b2 vit bonde · c2 vit bonde · f2 vit bonde · g2 vit bonde · h2 vit bonde · a1 vit torn · c1 vit löpare · d1 vit drottning · e1 vit kung · f1 vit löpare · h1 vit torn | a8 svart torn · b8 svart springare · c8 svart löpare · d8 svart drottning · e8 svart kung · f8 svart löpare · h8 svart torn · a7 svart bonde · b7 svart bonde · e7 svart bonde · f7 svart bonde · h7 svart bonde · d6 svart bonde · f6 svart springare · g6 svart bonde · d4 vit springare · e4 vit bonde · c3 vit springare · a2 vit bonde · b2 vit bonde · c2 vit bonde · f2 vit bonde · g2 vit bonde · h2 vit bonde · a1 vit torn · c1 vit löpare · d1 vit drottning · e1 vit kung · f1 vit löpare · h1 vit torn | a8 svart torn · b8 svart springare · c8 svart löpare · d8 svart drottning · e8 svart kung · f8 svart löpare · h8 svart torn · a7 svart bonde · b7 svart bonde · e7 svart bonde · f7 svart bonde · h7 svart bonde · d6 svart bonde · f6 svart springare · g6 svart bonde · d4 vit springare · e4 vit bonde · c3 vit springare · a2 vit bonde · b2 vit bonde · c2 vit bonde · f2 vit bonde · g2 vit bonde · h2 vit bonde · a1 vit torn · c1 vit löpare · d1 vit drottning · e1 vit kung · f1 vit löpare · h1 vit torn | a8 svart torn · b8 svart springare · c8 svart löpare · d8 svart drottning · e8 svart kung · f8 svart löpare · h8 svart torn · a7 svart bonde · b7 svart bonde · e7 svart bonde · f7 svart bonde · h7 svart bonde · d6 svart bonde · f6 svart springare · g6 svart bonde · d4 vit springare · e4 vit bonde · c3 vit springare · a2 vit bonde · b2 vit bonde · c2 vit bonde · f2 vit bonde · g2 vit bonde · h2 vit bonde · a1 vit torn · c1 vit löpare · d1 vit drottning · e1 vit kung · f1 vit löpare · h1 vit torn | a8 svart torn · b8 svart springare · c8 svart löpare · d8 svart drottning · e8 svart kung · f8 svart löpare · h8 svart torn · a7 svart bonde · b7 svart bonde · e7 svart bonde · f7 svart bonde · h7 svart bonde · d6 svart bonde · f6 svart springare · g6 svart bonde · d4 vit springare · e4 vit bonde · c3 vit springare · a2 vit bonde · b2 vit bonde · c2 vit bonde · f2 vit bonde · g2 vit bonde · h2 vit bonde · a1 vit torn · c1 vit löpare · d1 vit drottning · e1 vit kung · f1 vit löpare · h1 vit torn | a8 svart torn · b8 svart springare · c8 svart löpare · d8 svart drottning · e8 svart kung · f8 svart löpare · h8 svart torn · a7 svart bonde · b7 svart bonde · e7 svart bonde · f7 svart bonde · h7 svart bonde · d6 svart bonde · f6 svart springare · g6 svart bonde · d4 vit springare · e4 vit bonde · c3 vit springare · a2 vit bonde · b2 vit bonde · c2 vit bonde · f2 vit bonde · g2 vit bonde · h2 vit bonde · a1 vit torn · c1 vit löpare · d1 vit drottning · e1 vit kung · f1 vit löpare · h1 vit torn | a8 svart torn · b8 svart springare · c8 svart löpare · d8 svart drottning · e8 svart kung · f8 svart löpare · h8 svart torn · a7 svart bonde · b7 svart bonde · e7 svart bonde · f7 svart bonde · h7 svart bonde · d6 svart bonde · f6 svart springare · g6 svart bonde · d4 vit springare · e4 vit bonde · c3 vit springare · a2 vit bonde · b2 vit bonde · c2 vit bonde · f2 vit bonde · g2 vit bonde · h2 vit bonde · a1 vit torn · c1 vit löpare · d1 vit drottning · e1 vit kung · f1 vit löpare · h1 vit torn | a8 svart torn · b8 svart springare · c8 svart löpare · d8 svart drottning · e8 svart kung · f8 svart löpare · h8 svart torn · a7 svart bonde · b7 svart bonde · e7 svart bonde · f7 svart bonde · h7 svart bonde · d6 svart bonde · f6 svart springare · g6 svart bonde · d4 vit springare · e4 vit bonde · c3 vit springare · a2 vit bonde · b2 vit bonde · c2 vit bonde · f2 vit bonde · g2 vit bonde · h2 vit bonde · a1 vit torn · c1 vit löpare · d1 vit drottning · e1 vit kung · f1 vit löpare · h1 vit torn | 1 |
|   | a | b | c | d | e | f | g | h |   |

B70 Sicilianskt, drakvarianten
1.e4 c5 2.Sf3 d6 3.d4 cxd4 4.Sxd4 Sf6 5.Sc3 g6
B71 Sicilianskt, drakvarianten, Löwenfischvarianten
1.e4 c5 2.Sf3 d6 3.d4 cxd4 4.Sxd4 Sf6 5.Sc3 g6 6.f4
B72 Sicilianskt, drakvarianten
1.e4 c5 2.Sf3 d6 3.d4 cxd4 4.Sxd4 Sf6 5.Sc3 g6 6.Le3
B73 Sicilianskt, drakvarianten, klassiska varianten
1.e4 c5 2.Sf3 d6 3.d4 cxd4 4.Sxd4 Sf6 5.Sc3 g6 6.Le3 Lg7 7.Le2 Sc6 8.0-0
B74 Sicilianskt, drakvarianten, klassiska varianten
1.e4 c5 2.Sf3 d6 3.d4 cxd4 4.Sxd4 Sf6 5.Sc3 g6 6.Le3 Lg7 7.Le2 Sc6 8.0-0 0-0 9.Sb3
B75 Sicilianskt, drakvarianten, jugoslaviska angreppet
1.e4 c5 2.Sf3 d6 3.d4 cxd4 4.Sxd4 Sf6 5.Sc3 g6 6.Le3 Lg7 7.f3
B76 Sicilianskt, drakvarianten, jugoslaviska angreppet
1.e4 c5 2.Sf3 d6 3.d4 cxd4 4.Sxd4 Sf6 5.Sc3 g6 6.Le3 Lg7 7.f3 0-0
B77 Sicilianskt, drakvarianten, jugoslaviska angreppet
1.e4 c5 2.Sf3 d6 3.d4 cxd4 4.Sxd4 Sf6 5.Sc3 g6 6.Le3 Lg7 7.f3 0-0 8.Dd2 Sc6 9.Lc4
B78 Sicilianskt, drakvarianten, jugoslaviska angreppet, 10.0-0-0
1.e4 c5 2.Sf3 d6 3.d4 cxd4 4.Sxd4 Sf6 5.Sc3 g6 6.Le3 Lg7 7.f3 0-0 8.Dd2 Sc6 9.Lc4 Ld7 10.0-0-0
B79 Sicilianskt, drakvarianten, jugoslaviska angreppet, 12.h4
1.e4 c5 2.Sf3 d6 3.d4 cxd4 4.Sxd4 Sf6 5.Sc3 g6 6.Le3 Lg7 7.f3 0-0 8.Dd2 Sc6 9.Lc4 Ld7 10.0-0-0 Da5 11.Lb3 Tfc8 12.h4
|   | a | b | c | d | e | f | g | h |   |
| 8 | a8 svart torn · b8 svart springare · c8 svart löpare · d8 svart drottning · e8 svart kung · f8 svart löpare · g8 svart springare · h8 svart torn · a7 svart bonde · b7 svart bonde · f7 svart bonde · g7 svart bonde · h7 svart bonde · d6 svart bonde · e6 svart bonde · f6 svart springare · d4 vit springare · e4 vit bonde · c3 vit springare · a2 vit bonde · b2 vit bonde · c2 vit bonde · f2 vit bonde · g2 vit bonde · h2 vit bonde · a1 vit torn · c1 vit löpare · d1 vit drottning · e1 vit kung · f1 vit löpare · h1 vit torn | a8 svart torn · b8 svart springare · c8 svart löpare · d8 svart drottning · e8 svart kung · f8 svart löpare · g8 svart springare · h8 svart torn · a7 svart bonde · b7 svart bonde · f7 svart bonde · g7 svart bonde · h7 svart bonde · d6 svart bonde · e6 svart bonde · f6 svart springare · d4 vit springare · e4 vit bonde · c3 vit springare · a2 vit bonde · b2 vit bonde · c2 vit bonde · f2 vit bonde · g2 vit bonde · h2 vit bonde · a1 vit torn · c1 vit löpare · d1 vit drottning · e1 vit kung · f1 vit löpare · h1 vit torn | a8 svart torn · b8 svart springare · c8 svart löpare · d8 svart drottning · e8 svart kung · f8 svart löpare · g8 svart springare · h8 svart torn · a7 svart bonde · b7 svart bonde · f7 svart bonde · g7 svart bonde · h7 svart bonde · d6 svart bonde · e6 svart bonde · f6 svart springare · d4 vit springare · e4 vit bonde · c3 vit springare · a2 vit bonde · b2 vit bonde · c2 vit bonde · f2 vit bonde · g2 vit bonde · h2 vit bonde · a1 vit torn · c1 vit löpare · d1 vit drottning · e1 vit kung · f1 vit löpare · h1 vit torn | a8 svart torn · b8 svart springare · c8 svart löpare · d8 svart drottning · e8 svart kung · f8 svart löpare · g8 svart springare · h8 svart torn · a7 svart bonde · b7 svart bonde · f7 svart bonde · g7 svart bonde · h7 svart bonde · d6 svart bonde · e6 svart bonde · f6 svart springare · d4 vit springare · e4 vit bonde · c3 vit springare · a2 vit bonde · b2 vit bonde · c2 vit bonde · f2 vit bonde · g2 vit bonde · h2 vit bonde · a1 vit torn · c1 vit löpare · d1 vit drottning · e1 vit kung · f1 vit löpare · h1 vit torn | a8 svart torn · b8 svart springare · c8 svart löpare · d8 svart drottning · e8 svart kung · f8 svart löpare · g8 svart springare · h8 svart torn · a7 svart bonde · b7 svart bonde · f7 svart bonde · g7 svart bonde · h7 svart bonde · d6 svart bonde · e6 svart bonde · f6 svart springare · d4 vit springare · e4 vit bonde · c3 vit springare · a2 vit bonde · b2 vit bonde · c2 vit bonde · f2 vit bonde · g2 vit bonde · h2 vit bonde · a1 vit torn · c1 vit löpare · d1 vit drottning · e1 vit kung · f1 vit löpare · h1 vit torn | a8 svart torn · b8 svart springare · c8 svart löpare · d8 svart drottning · e8 svart kung · f8 svart löpare · g8 svart springare · h8 svart torn · a7 svart bonde · b7 svart bonde · f7 svart bonde · g7 svart bonde · h7 svart bonde · d6 svart bonde · e6 svart bonde · f6 svart springare · d4 vit springare · e4 vit bonde · c3 vit springare · a2 vit bonde · b2 vit bonde · c2 vit bonde · f2 vit bonde · g2 vit bonde · h2 vit bonde · a1 vit torn · c1 vit löpare · d1 vit drottning · e1 vit kung · f1 vit löpare · h1 vit torn | a8 svart torn · b8 svart springare · c8 svart löpare · d8 svart drottning · e8 svart kung · f8 svart löpare · g8 svart springare · h8 svart torn · a7 svart bonde · b7 svart bonde · f7 svart bonde · g7 svart bonde · h7 svart bonde · d6 svart bonde · e6 svart bonde · f6 svart springare · d4 vit springare · e4 vit bonde · c3 vit springare · a2 vit bonde · b2 vit bonde · c2 vit bonde · f2 vit bonde · g2 vit bonde · h2 vit bonde · a1 vit torn · c1 vit löpare · d1 vit drottning · e1 vit kung · f1 vit löpare · h1 vit torn | a8 svart torn · b8 svart springare · c8 svart löpare · d8 svart drottning · e8 svart kung · f8 svart löpare · g8 svart springare · h8 svart torn · a7 svart bonde · b7 svart bonde · f7 svart bonde · g7 svart bonde · h7 svart bonde · d6 svart bonde · e6 svart bonde · f6 svart springare · d4 vit springare · e4 vit bonde · c3 vit springare · a2 vit bonde · b2 vit bonde · c2 vit bonde · f2 vit bonde · g2 vit bonde · h2 vit bonde · a1 vit torn · c1 vit löpare · d1 vit drottning · e1 vit kung · f1 vit löpare · h1 vit torn | 8 |
| 7 | a8 svart torn · b8 svart springare · c8 svart löpare · d8 svart drottning · e8 svart kung · f8 svart löpare · g8 svart springare · h8 svart torn · a7 svart bonde · b7 svart bonde · f7 svart bonde · g7 svart bonde · h7 svart bonde · d6 svart bonde · e6 svart bonde · f6 svart springare · d4 vit springare · e4 vit bonde · c3 vit springare · a2 vit bonde · b2 vit bonde · c2 vit bonde · f2 vit bonde · g2 vit bonde · h2 vit bonde · a1 vit torn · c1 vit löpare · d1 vit drottning · e1 vit kung · f1 vit löpare · h1 vit torn | a8 svart torn · b8 svart springare · c8 svart löpare · d8 svart drottning · e8 svart kung · f8 svart löpare · g8 svart springare · h8 svart torn · a7 svart bonde · b7 svart bonde · f7 svart bonde · g7 svart bonde · h7 svart bonde · d6 svart bonde · e6 svart bonde · f6 svart springare · d4 vit springare · e4 vit bonde · c3 vit springare · a2 vit bonde · b2 vit bonde · c2 vit bonde · f2 vit bonde · g2 vit bonde · h2 vit bonde · a1 vit torn · c1 vit löpare · d1 vit drottning · e1 vit kung · f1 vit löpare · h1 vit torn | a8 svart torn · b8 svart springare · c8 svart löpare · d8 svart drottning · e8 svart kung · f8 svart löpare · g8 svart springare · h8 svart torn · a7 svart bonde · b7 svart bonde · f7 svart bonde · g7 svart bonde · h7 svart bonde · d6 svart bonde · e6 svart bonde · f6 svart springare · d4 vit springare · e4 vit bonde · c3 vit springare · a2 vit bonde · b2 vit bonde · c2 vit bonde · f2 vit bonde · g2 vit bonde · h2 vit bonde · a1 vit torn · c1 vit löpare · d1 vit drottning · e1 vit kung · f1 vit löpare · h1 vit torn | a8 svart torn · b8 svart springare · c8 svart löpare · d8 svart drottning · e8 svart kung · f8 svart löpare · g8 svart springare · h8 svart torn · a7 svart bonde · b7 svart bonde · f7 svart bonde · g7 svart bonde · h7 svart bonde · d6 svart bonde · e6 svart bonde · f6 svart springare · d4 vit springare · e4 vit bonde · c3 vit springare · a2 vit bonde · b2 vit bonde · c2 vit bonde · f2 vit bonde · g2 vit bonde · h2 vit bonde · a1 vit torn · c1 vit löpare · d1 vit drottning · e1 vit kung · f1 vit löpare · h1 vit torn | a8 svart torn · b8 svart springare · c8 svart löpare · d8 svart drottning · e8 svart kung · f8 svart löpare · g8 svart springare · h8 svart torn · a7 svart bonde · b7 svart bonde · f7 svart bonde · g7 svart bonde · h7 svart bonde · d6 svart bonde · e6 svart bonde · f6 svart springare · d4 vit springare · e4 vit bonde · c3 vit springare · a2 vit bonde · b2 vit bonde · c2 vit bonde · f2 vit bonde · g2 vit bonde · h2 vit bonde · a1 vit torn · c1 vit löpare · d1 vit drottning · e1 vit kung · f1 vit löpare · h1 vit torn | a8 svart torn · b8 svart springare · c8 svart löpare · d8 svart drottning · e8 svart kung · f8 svart löpare · g8 svart springare · h8 svart torn · a7 svart bonde · b7 svart bonde · f7 svart bonde · g7 svart bonde · h7 svart bonde · d6 svart bonde · e6 svart bonde · f6 svart springare · d4 vit springare · e4 vit bonde · c3 vit springare · a2 vit bonde · b2 vit bonde · c2 vit bonde · f2 vit bonde · g2 vit bonde · h2 vit bonde · a1 vit torn · c1 vit löpare · d1 vit drottning · e1 vit kung · f1 vit löpare · h1 vit torn | a8 svart torn · b8 svart springare · c8 svart löpare · d8 svart drottning · e8 svart kung · f8 svart löpare · g8 svart springare · h8 svart torn · a7 svart bonde · b7 svart bonde · f7 svart bonde · g7 svart bonde · h7 svart bonde · d6 svart bonde · e6 svart bonde · f6 svart springare · d4 vit springare · e4 vit bonde · c3 vit springare · a2 vit bonde · b2 vit bonde · c2 vit bonde · f2 vit bonde · g2 vit bonde · h2 vit bonde · a1 vit torn · c1 vit löpare · d1 vit drottning · e1 vit kung · f1 vit löpare · h1 vit torn | a8 svart torn · b8 svart springare · c8 svart löpare · d8 svart drottning · e8 svart kung · f8 svart löpare · g8 svart springare · h8 svart torn · a7 svart bonde · b7 svart bonde · f7 svart bonde · g7 svart bonde · h7 svart bonde · d6 svart bonde · e6 svart bonde · f6 svart springare · d4 vit springare · e4 vit bonde · c3 vit springare · a2 vit bonde · b2 vit bonde · c2 vit bonde · f2 vit bonde · g2 vit bonde · h2 vit bonde · a1 vit torn · c1 vit löpare · d1 vit drottning · e1 vit kung · f1 vit löpare · h1 vit torn | 7 |
| 6 | a8 svart torn · b8 svart springare · c8 svart löpare · d8 svart drottning · e8 svart kung · f8 svart löpare · g8 svart springare · h8 svart torn · a7 svart bonde · b7 svart bonde · f7 svart bonde · g7 svart bonde · h7 svart bonde · d6 svart bonde · e6 svart bonde · f6 svart springare · d4 vit springare · e4 vit bonde · c3 vit springare · a2 vit bonde · b2 vit bonde · c2 vit bonde · f2 vit bonde · g2 vit bonde · h2 vit bonde · a1 vit torn · c1 vit löpare · d1 vit drottning · e1 vit kung · f1 vit löpare · h1 vit torn | a8 svart torn · b8 svart springare · c8 svart löpare · d8 svart drottning · e8 svart kung · f8 svart löpare · g8 svart springare · h8 svart torn · a7 svart bonde · b7 svart bonde · f7 svart bonde · g7 svart bonde · h7 svart bonde · d6 svart bonde · e6 svart bonde · f6 svart springare · d4 vit springare · e4 vit bonde · c3 vit springare · a2 vit bonde · b2 vit bonde · c2 vit bonde · f2 vit bonde · g2 vit bonde · h2 vit bonde · a1 vit torn · c1 vit löpare · d1 vit drottning · e1 vit kung · f1 vit löpare · h1 vit torn | a8 svart torn · b8 svart springare · c8 svart löpare · d8 svart drottning · e8 svart kung · f8 svart löpare · g8 svart springare · h8 svart torn · a7 svart bonde · b7 svart bonde · f7 svart bonde · g7 svart bonde · h7 svart bonde · d6 svart bonde · e6 svart bonde · f6 svart springare · d4 vit springare · e4 vit bonde · c3 vit springare · a2 vit bonde · b2 vit bonde · c2 vit bonde · f2 vit bonde · g2 vit bonde · h2 vit bonde · a1 vit torn · c1 vit löpare · d1 vit drottning · e1 vit kung · f1 vit löpare · h1 vit torn | a8 svart torn · b8 svart springare · c8 svart löpare · d8 svart drottning · e8 svart kung · f8 svart löpare · g8 svart springare · h8 svart torn · a7 svart bonde · b7 svart bonde · f7 svart bonde · g7 svart bonde · h7 svart bonde · d6 svart bonde · e6 svart bonde · f6 svart springare · d4 vit springare · e4 vit bonde · c3 vit springare · a2 vit bonde · b2 vit bonde · c2 vit bonde · f2 vit bonde · g2 vit bonde · h2 vit bonde · a1 vit torn · c1 vit löpare · d1 vit drottning · e1 vit kung · f1 vit löpare · h1 vit torn | a8 svart torn · b8 svart springare · c8 svart löpare · d8 svart drottning · e8 svart kung · f8 svart löpare · g8 svart springare · h8 svart torn · a7 svart bonde · b7 svart bonde · f7 svart bonde · g7 svart bonde · h7 svart bonde · d6 svart bonde · e6 svart bonde · f6 svart springare · d4 vit springare · e4 vit bonde · c3 vit springare · a2 vit bonde · b2 vit bonde · c2 vit bonde · f2 vit bonde · g2 vit bonde · h2 vit bonde · a1 vit torn · c1 vit löpare · d1 vit drottning · e1 vit kung · f1 vit löpare · h1 vit torn | a8 svart torn · b8 svart springare · c8 svart löpare · d8 svart drottning · e8 svart kung · f8 svart löpare · g8 svart springare · h8 svart torn · a7 svart bonde · b7 svart bonde · f7 svart bonde · g7 svart bonde · h7 svart bonde · d6 svart bonde · e6 svart bonde · f6 svart springare · d4 vit springare · e4 vit bonde · c3 vit springare · a2 vit bonde · b2 vit bonde · c2 vit bonde · f2 vit bonde · g2 vit bonde · h2 vit bonde · a1 vit torn · c1 vit löpare · d1 vit drottning · e1 vit kung · f1 vit löpare · h1 vit torn | a8 svart torn · b8 svart springare · c8 svart löpare · d8 svart drottning · e8 svart kung · f8 svart löpare · g8 svart springare · h8 svart torn · a7 svart bonde · b7 svart bonde · f7 svart bonde · g7 svart bonde · h7 svart bonde · d6 svart bonde · e6 svart bonde · f6 svart springare · d4 vit springare · e4 vit bonde · c3 vit springare · a2 vit bonde · b2 vit bonde · c2 vit bonde · f2 vit bonde · g2 vit bonde · h2 vit bonde · a1 vit torn · c1 vit löpare · d1 vit drottning · e1 vit kung · f1 vit löpare · h1 vit torn | a8 svart torn · b8 svart springare · c8 svart löpare · d8 svart drottning · e8 svart kung · f8 svart löpare · g8 svart springare · h8 svart torn · a7 svart bonde · b7 svart bonde · f7 svart bonde · g7 svart bonde · h7 svart bonde · d6 svart bonde · e6 svart bonde · f6 svart springare · d4 vit springare · e4 vit bonde · c3 vit springare · a2 vit bonde · b2 vit bonde · c2 vit bonde · f2 vit bonde · g2 vit bonde · h2 vit bonde · a1 vit torn · c1 vit löpare · d1 vit drottning · e1 vit kung · f1 vit löpare · h1 vit torn | 6 |
| 5 | a8 svart torn · b8 svart springare · c8 svart löpare · d8 svart drottning · e8 svart kung · f8 svart löpare · g8 svart springare · h8 svart torn · a7 svart bonde · b7 svart bonde · f7 svart bonde · g7 svart bonde · h7 svart bonde · d6 svart bonde · e6 svart bonde · f6 svart springare · d4 vit springare · e4 vit bonde · c3 vit springare · a2 vit bonde · b2 vit bonde · c2 vit bonde · f2 vit bonde · g2 vit bonde · h2 vit bonde · a1 vit torn · c1 vit löpare · d1 vit drottning · e1 vit kung · f1 vit löpare · h1 vit torn | a8 svart torn · b8 svart springare · c8 svart löpare · d8 svart drottning · e8 svart kung · f8 svart löpare · g8 svart springare · h8 svart torn · a7 svart bonde · b7 svart bonde · f7 svart bonde · g7 svart bonde · h7 svart bonde · d6 svart bonde · e6 svart bonde · f6 svart springare · d4 vit springare · e4 vit bonde · c3 vit springare · a2 vit bonde · b2 vit bonde · c2 vit bonde · f2 vit bonde · g2 vit bonde · h2 vit bonde · a1 vit torn · c1 vit löpare · d1 vit drottning · e1 vit kung · f1 vit löpare · h1 vit torn | a8 svart torn · b8 svart springare · c8 svart löpare · d8 svart drottning · e8 svart kung · f8 svart löpare · g8 svart springare · h8 svart torn · a7 svart bonde · b7 svart bonde · f7 svart bonde · g7 svart bonde · h7 svart bonde · d6 svart bonde · e6 svart bonde · f6 svart springare · d4 vit springare · e4 vit bonde · c3 vit springare · a2 vit bonde · b2 vit bonde · c2 vit bonde · f2 vit bonde · g2 vit bonde · h2 vit bonde · a1 vit torn · c1 vit löpare · d1 vit drottning · e1 vit kung · f1 vit löpare · h1 vit torn | a8 svart torn · b8 svart springare · c8 svart löpare · d8 svart drottning · e8 svart kung · f8 svart löpare · g8 svart springare · h8 svart torn · a7 svart bonde · b7 svart bonde · f7 svart bonde · g7 svart bonde · h7 svart bonde · d6 svart bonde · e6 svart bonde · f6 svart springare · d4 vit springare · e4 vit bonde · c3 vit springare · a2 vit bonde · b2 vit bonde · c2 vit bonde · f2 vit bonde · g2 vit bonde · h2 vit bonde · a1 vit torn · c1 vit löpare · d1 vit drottning · e1 vit kung · f1 vit löpare · h1 vit torn | a8 svart torn · b8 svart springare · c8 svart löpare · d8 svart drottning · e8 svart kung · f8 svart löpare · g8 svart springare · h8 svart torn · a7 svart bonde · b7 svart bonde · f7 svart bonde · g7 svart bonde · h7 svart bonde · d6 svart bonde · e6 svart bonde · f6 svart springare · d4 vit springare · e4 vit bonde · c3 vit springare · a2 vit bonde · b2 vit bonde · c2 vit bonde · f2 vit bonde · g2 vit bonde · h2 vit bonde · a1 vit torn · c1 vit löpare · d1 vit drottning · e1 vit kung · f1 vit löpare · h1 vit torn | a8 svart torn · b8 svart springare · c8 svart löpare · d8 svart drottning · e8 svart kung · f8 svart löpare · g8 svart springare · h8 svart torn · a7 svart bonde · b7 svart bonde · f7 svart bonde · g7 svart bonde · h7 svart bonde · d6 svart bonde · e6 svart bonde · f6 svart springare · d4 vit springare · e4 vit bonde · c3 vit springare · a2 vit bonde · b2 vit bonde · c2 vit bonde · f2 vit bonde · g2 vit bonde · h2 vit bonde · a1 vit torn · c1 vit löpare · d1 vit drottning · e1 vit kung · f1 vit löpare · h1 vit torn | a8 svart torn · b8 svart springare · c8 svart löpare · d8 svart drottning · e8 svart kung · f8 svart löpare · g8 svart springare · h8 svart torn · a7 svart bonde · b7 svart bonde · f7 svart bonde · g7 svart bonde · h7 svart bonde · d6 svart bonde · e6 svart bonde · f6 svart springare · d4 vit springare · e4 vit bonde · c3 vit springare · a2 vit bonde · b2 vit bonde · c2 vit bonde · f2 vit bonde · g2 vit bonde · h2 vit bonde · a1 vit torn · c1 vit löpare · d1 vit drottning · e1 vit kung · f1 vit löpare · h1 vit torn | a8 svart torn · b8 svart springare · c8 svart löpare · d8 svart drottning · e8 svart kung · f8 svart löpare · g8 svart springare · h8 svart torn · a7 svart bonde · b7 svart bonde · f7 svart bonde · g7 svart bonde · h7 svart bonde · d6 svart bonde · e6 svart bonde · f6 svart springare · d4 vit springare · e4 vit bonde · c3 vit springare · a2 vit bonde · b2 vit bonde · c2 vit bonde · f2 vit bonde · g2 vit bonde · h2 vit bonde · a1 vit torn · c1 vit löpare · d1 vit drottning · e1 vit kung · f1 vit löpare · h1 vit torn | 5 |
| 4 | a8 svart torn · b8 svart springare · c8 svart löpare · d8 svart drottning · e8 svart kung · f8 svart löpare · g8 svart springare · h8 svart torn · a7 svart bonde · b7 svart bonde · f7 svart bonde · g7 svart bonde · h7 svart bonde · d6 svart bonde · e6 svart bonde · f6 svart springare · d4 vit springare · e4 vit bonde · c3 vit springare · a2 vit bonde · b2 vit bonde · c2 vit bonde · f2 vit bonde · g2 vit bonde · h2 vit bonde · a1 vit torn · c1 vit löpare · d1 vit drottning · e1 vit kung · f1 vit löpare · h1 vit torn | a8 svart torn · b8 svart springare · c8 svart löpare · d8 svart drottning · e8 svart kung · f8 svart löpare · g8 svart springare · h8 svart torn · a7 svart bonde · b7 svart bonde · f7 svart bonde · g7 svart bonde · h7 svart bonde · d6 svart bonde · e6 svart bonde · f6 svart springare · d4 vit springare · e4 vit bonde · c3 vit springare · a2 vit bonde · b2 vit bonde · c2 vit bonde · f2 vit bonde · g2 vit bonde · h2 vit bonde · a1 vit torn · c1 vit löpare · d1 vit drottning · e1 vit kung · f1 vit löpare · h1 vit torn | a8 svart torn · b8 svart springare · c8 svart löpare · d8 svart drottning · e8 svart kung · f8 svart löpare · g8 svart springare · h8 svart torn · a7 svart bonde · b7 svart bonde · f7 svart bonde · g7 svart bonde · h7 svart bonde · d6 svart bonde · e6 svart bonde · f6 svart springare · d4 vit springare · e4 vit bonde · c3 vit springare · a2 vit bonde · b2 vit bonde · c2 vit bonde · f2 vit bonde · g2 vit bonde · h2 vit bonde · a1 vit torn · c1 vit löpare · d1 vit drottning · e1 vit kung · f1 vit löpare · h1 vit torn | a8 svart torn · b8 svart springare · c8 svart löpare · d8 svart drottning · e8 svart kung · f8 svart löpare · g8 svart springare · h8 svart torn · a7 svart bonde · b7 svart bonde · f7 svart bonde · g7 svart bonde · h7 svart bonde · d6 svart bonde · e6 svart bonde · f6 svart springare · d4 vit springare · e4 vit bonde · c3 vit springare · a2 vit bonde · b2 vit bonde · c2 vit bonde · f2 vit bonde · g2 vit bonde · h2 vit bonde · a1 vit torn · c1 vit löpare · d1 vit drottning · e1 vit kung · f1 vit löpare · h1 vit torn | a8 svart torn · b8 svart springare · c8 svart löpare · d8 svart drottning · e8 svart kung · f8 svart löpare · g8 svart springare · h8 svart torn · a7 svart bonde · b7 svart bonde · f7 svart bonde · g7 svart bonde · h7 svart bonde · d6 svart bonde · e6 svart bonde · f6 svart springare · d4 vit springare · e4 vit bonde · c3 vit springare · a2 vit bonde · b2 vit bonde · c2 vit bonde · f2 vit bonde · g2 vit bonde · h2 vit bonde · a1 vit torn · c1 vit löpare · d1 vit drottning · e1 vit kung · f1 vit löpare · h1 vit torn | a8 svart torn · b8 svart springare · c8 svart löpare · d8 svart drottning · e8 svart kung · f8 svart löpare · g8 svart springare · h8 svart torn · a7 svart bonde · b7 svart bonde · f7 svart bonde · g7 svart bonde · h7 svart bonde · d6 svart bonde · e6 svart bonde · f6 svart springare · d4 vit springare · e4 vit bonde · c3 vit springare · a2 vit bonde · b2 vit bonde · c2 vit bonde · f2 vit bonde · g2 vit bonde · h2 vit bonde · a1 vit torn · c1 vit löpare · d1 vit drottning · e1 vit kung · f1 vit löpare · h1 vit torn | a8 svart torn · b8 svart springare · c8 svart löpare · d8 svart drottning · e8 svart kung · f8 svart löpare · g8 svart springare · h8 svart torn · a7 svart bonde · b7 svart bonde · f7 svart bonde · g7 svart bonde · h7 svart bonde · d6 svart bonde · e6 svart bonde · f6 svart springare · d4 vit springare · e4 vit bonde · c3 vit springare · a2 vit bonde · b2 vit bonde · c2 vit bonde · f2 vit bonde · g2 vit bonde · h2 vit bonde · a1 vit torn · c1 vit löpare · d1 vit drottning · e1 vit kung · f1 vit löpare · h1 vit torn | a8 svart torn · b8 svart springare · c8 svart löpare · d8 svart drottning · e8 svart kung · f8 svart löpare · g8 svart springare · h8 svart torn · a7 svart bonde · b7 svart bonde · f7 svart bonde · g7 svart bonde · h7 svart bonde · d6 svart bonde · e6 svart bonde · f6 svart springare · d4 vit springare · e4 vit bonde · c3 vit springare · a2 vit bonde · b2 vit bonde · c2 vit bonde · f2 vit bonde · g2 vit bonde · h2 vit bonde · a1 vit torn · c1 vit löpare · d1 vit drottning · e1 vit kung · f1 vit löpare · h1 vit torn | 4 |
| 3 | a8 svart torn · b8 svart springare · c8 svart löpare · d8 svart drottning · e8 svart kung · f8 svart löpare · g8 svart springare · h8 svart torn · a7 svart bonde · b7 svart bonde · f7 svart bonde · g7 svart bonde · h7 svart bonde · d6 svart bonde · e6 svart bonde · f6 svart springare · d4 vit springare · e4 vit bonde · c3 vit springare · a2 vit bonde · b2 vit bonde · c2 vit bonde · f2 vit bonde · g2 vit bonde · h2 vit bonde · a1 vit torn · c1 vit löpare · d1 vit drottning · e1 vit kung · f1 vit löpare · h1 vit torn | a8 svart torn · b8 svart springare · c8 svart löpare · d8 svart drottning · e8 svart kung · f8 svart löpare · g8 svart springare · h8 svart torn · a7 svart bonde · b7 svart bonde · f7 svart bonde · g7 svart bonde · h7 svart bonde · d6 svart bonde · e6 svart bonde · f6 svart springare · d4 vit springare · e4 vit bonde · c3 vit springare · a2 vit bonde · b2 vit bonde · c2 vit bonde · f2 vit bonde · g2 vit bonde · h2 vit bonde · a1 vit torn · c1 vit löpare · d1 vit drottning · e1 vit kung · f1 vit löpare · h1 vit torn | a8 svart torn · b8 svart springare · c8 svart löpare · d8 svart drottning · e8 svart kung · f8 svart löpare · g8 svart springare · h8 svart torn · a7 svart bonde · b7 svart bonde · f7 svart bonde · g7 svart bonde · h7 svart bonde · d6 svart bonde · e6 svart bonde · f6 svart springare · d4 vit springare · e4 vit bonde · c3 vit springare · a2 vit bonde · b2 vit bonde · c2 vit bonde · f2 vit bonde · g2 vit bonde · h2 vit bonde · a1 vit torn · c1 vit löpare · d1 vit drottning · e1 vit kung · f1 vit löpare · h1 vit torn | a8 svart torn · b8 svart springare · c8 svart löpare · d8 svart drottning · e8 svart kung · f8 svart löpare · g8 svart springare · h8 svart torn · a7 svart bonde · b7 svart bonde · f7 svart bonde · g7 svart bonde · h7 svart bonde · d6 svart bonde · e6 svart bonde · f6 svart springare · d4 vit springare · e4 vit bonde · c3 vit springare · a2 vit bonde · b2 vit bonde · c2 vit bonde · f2 vit bonde · g2 vit bonde · h2 vit bonde · a1 vit torn · c1 vit löpare · d1 vit drottning · e1 vit kung · f1 vit löpare · h1 vit torn | a8 svart torn · b8 svart springare · c8 svart löpare · d8 svart drottning · e8 svart kung · f8 svart löpare · g8 svart springare · h8 svart torn · a7 svart bonde · b7 svart bonde · f7 svart bonde · g7 svart bonde · h7 svart bonde · d6 svart bonde · e6 svart bonde · f6 svart springare · d4 vit springare · e4 vit bonde · c3 vit springare · a2 vit bonde · b2 vit bonde · c2 vit bonde · f2 vit bonde · g2 vit bonde · h2 vit bonde · a1 vit torn · c1 vit löpare · d1 vit drottning · e1 vit kung · f1 vit löpare · h1 vit torn | a8 svart torn · b8 svart springare · c8 svart löpare · d8 svart drottning · e8 svart kung · f8 svart löpare · g8 svart springare · h8 svart torn · a7 svart bonde · b7 svart bonde · f7 svart bonde · g7 svart bonde · h7 svart bonde · d6 svart bonde · e6 svart bonde · f6 svart springare · d4 vit springare · e4 vit bonde · c3 vit springare · a2 vit bonde · b2 vit bonde · c2 vit bonde · f2 vit bonde · g2 vit bonde · h2 vit bonde · a1 vit torn · c1 vit löpare · d1 vit drottning · e1 vit kung · f1 vit löpare · h1 vit torn | a8 svart torn · b8 svart springare · c8 svart löpare · d8 svart drottning · e8 svart kung · f8 svart löpare · g8 svart springare · h8 svart torn · a7 svart bonde · b7 svart bonde · f7 svart bonde · g7 svart bonde · h7 svart bonde · d6 svart bonde · e6 svart bonde · f6 svart springare · d4 vit springare · e4 vit bonde · c3 vit springare · a2 vit bonde · b2 vit bonde · c2 vit bonde · f2 vit bonde · g2 vit bonde · h2 vit bonde · a1 vit torn · c1 vit löpare · d1 vit drottning · e1 vit kung · f1 vit löpare · h1 vit torn | a8 svart torn · b8 svart springare · c8 svart löpare · d8 svart drottning · e8 svart kung · f8 svart löpare · g8 svart springare · h8 svart torn · a7 svart bonde · b7 svart bonde · f7 svart bonde · g7 svart bonde · h7 svart bonde · d6 svart bonde · e6 svart bonde · f6 svart springare · d4 vit springare · e4 vit bonde · c3 vit springare · a2 vit bonde · b2 vit bonde · c2 vit bonde · f2 vit bonde · g2 vit bonde · h2 vit bonde · a1 vit torn · c1 vit löpare · d1 vit drottning · e1 vit kung · f1 vit löpare · h1 vit torn | 3 |
| 2 | a8 svart torn · b8 svart springare · c8 svart löpare · d8 svart drottning · e8 svart kung · f8 svart löpare · g8 svart springare · h8 svart torn · a7 svart bonde · b7 svart bonde · f7 svart bonde · g7 svart bonde · h7 svart bonde · d6 svart bonde · e6 svart bonde · f6 svart springare · d4 vit springare · e4 vit bonde · c3 vit springare · a2 vit bonde · b2 vit bonde · c2 vit bonde · f2 vit bonde · g2 vit bonde · h2 vit bonde · a1 vit torn · c1 vit löpare · d1 vit drottning · e1 vit kung · f1 vit löpare · h1 vit torn | a8 svart torn · b8 svart springare · c8 svart löpare · d8 svart drottning · e8 svart kung · f8 svart löpare · g8 svart springare · h8 svart torn · a7 svart bonde · b7 svart bonde · f7 svart bonde · g7 svart bonde · h7 svart bonde · d6 svart bonde · e6 svart bonde · f6 svart springare · d4 vit springare · e4 vit bonde · c3 vit springare · a2 vit bonde · b2 vit bonde · c2 vit bonde · f2 vit bonde · g2 vit bonde · h2 vit bonde · a1 vit torn · c1 vit löpare · d1 vit drottning · e1 vit kung · f1 vit löpare · h1 vit torn | a8 svart torn · b8 svart springare · c8 svart löpare · d8 svart drottning · e8 svart kung · f8 svart löpare · g8 svart springare · h8 svart torn · a7 svart bonde · b7 svart bonde · f7 svart bonde · g7 svart bonde · h7 svart bonde · d6 svart bonde · e6 svart bonde · f6 svart springare · d4 vit springare · e4 vit bonde · c3 vit springare · a2 vit bonde · b2 vit bonde · c2 vit bonde · f2 vit bonde · g2 vit bonde · h2 vit bonde · a1 vit torn · c1 vit löpare · d1 vit drottning · e1 vit kung · f1 vit löpare · h1 vit torn | a8 svart torn · b8 svart springare · c8 svart löpare · d8 svart drottning · e8 svart kung · f8 svart löpare · g8 svart springare · h8 svart torn · a7 svart bonde · b7 svart bonde · f7 svart bonde · g7 svart bonde · h7 svart bonde · d6 svart bonde · e6 svart bonde · f6 svart springare · d4 vit springare · e4 vit bonde · c3 vit springare · a2 vit bonde · b2 vit bonde · c2 vit bonde · f2 vit bonde · g2 vit bonde · h2 vit bonde · a1 vit torn · c1 vit löpare · d1 vit drottning · e1 vit kung · f1 vit löpare · h1 vit torn | a8 svart torn · b8 svart springare · c8 svart löpare · d8 svart drottning · e8 svart kung · f8 svart löpare · g8 svart springare · h8 svart torn · a7 svart bonde · b7 svart bonde · f7 svart bonde · g7 svart bonde · h7 svart bonde · d6 svart bonde · e6 svart bonde · f6 svart springare · d4 vit springare · e4 vit bonde · c3 vit springare · a2 vit bonde · b2 vit bonde · c2 vit bonde · f2 vit bonde · g2 vit bonde · h2 vit bonde · a1 vit torn · c1 vit löpare · d1 vit drottning · e1 vit kung · f1 vit löpare · h1 vit torn | a8 svart torn · b8 svart springare · c8 svart löpare · d8 svart drottning · e8 svart kung · f8 svart löpare · g8 svart springare · h8 svart torn · a7 svart bonde · b7 svart bonde · f7 svart bonde · g7 svart bonde · h7 svart bonde · d6 svart bonde · e6 svart bonde · f6 svart springare · d4 vit springare · e4 vit bonde · c3 vit springare · a2 vit bonde · b2 vit bonde · c2 vit bonde · f2 vit bonde · g2 vit bonde · h2 vit bonde · a1 vit torn · c1 vit löpare · d1 vit drottning · e1 vit kung · f1 vit löpare · h1 vit torn | a8 svart torn · b8 svart springare · c8 svart löpare · d8 svart drottning · e8 svart kung · f8 svart löpare · g8 svart springare · h8 svart torn · a7 svart bonde · b7 svart bonde · f7 svart bonde · g7 svart bonde · h7 svart bonde · d6 svart bonde · e6 svart bonde · f6 svart springare · d4 vit springare · e4 vit bonde · c3 vit springare · a2 vit bonde · b2 vit bonde · c2 vit bonde · f2 vit bonde · g2 vit bonde · h2 vit bonde · a1 vit torn · c1 vit löpare · d1 vit drottning · e1 vit kung · f1 vit löpare · h1 vit torn | a8 svart torn · b8 svart springare · c8 svart löpare · d8 svart drottning · e8 svart kung · f8 svart löpare · g8 svart springare · h8 svart torn · a7 svart bonde · b7 svart bonde · f7 svart bonde · g7 svart bonde · h7 svart bonde · d6 svart bonde · e6 svart bonde · f6 svart springare · d4 vit springare · e4 vit bonde · c3 vit springare · a2 vit bonde · b2 vit bonde · c2 vit bonde · f2 vit bonde · g2 vit bonde · h2 vit bonde · a1 vit torn · c1 vit löpare · d1 vit drottning · e1 vit kung · f1 vit löpare · h1 vit torn | 2 |
| 1 | a8 svart torn · b8 svart springare · c8 svart löpare · d8 svart drottning · e8 svart kung · f8 svart löpare · g8 svart springare · h8 svart torn · a7 svart bonde · b7 svart bonde · f7 svart bonde · g7 svart bonde · h7 svart bonde · d6 svart bonde · e6 svart bonde · f6 svart springare · d4 vit springare · e4 vit bonde · c3 vit springare · a2 vit bonde · b2 vit bonde · c2 vit bonde · f2 vit bonde · g2 vit bonde · h2 vit bonde · a1 vit torn · c1 vit löpare · d1 vit drottning · e1 vit kung · f1 vit löpare · h1 vit torn | a8 svart torn · b8 svart springare · c8 svart löpare · d8 svart drottning · e8 svart kung · f8 svart löpare · g8 svart springare · h8 svart torn · a7 svart bonde · b7 svart bonde · f7 svart bonde · g7 svart bonde · h7 svart bonde · d6 svart bonde · e6 svart bonde · f6 svart springare · d4 vit springare · e4 vit bonde · c3 vit springare · a2 vit bonde · b2 vit bonde · c2 vit bonde · f2 vit bonde · g2 vit bonde · h2 vit bonde · a1 vit torn · c1 vit löpare · d1 vit drottning · e1 vit kung · f1 vit löpare · h1 vit torn | a8 svart torn · b8 svart springare · c8 svart löpare · d8 svart drottning · e8 svart kung · f8 svart löpare · g8 svart springare · h8 svart torn · a7 svart bonde · b7 svart bonde · f7 svart bonde · g7 svart bonde · h7 svart bonde · d6 svart bonde · e6 svart bonde · f6 svart springare · d4 vit springare · e4 vit bonde · c3 vit springare · a2 vit bonde · b2 vit bonde · c2 vit bonde · f2 vit bonde · g2 vit bonde · h2 vit bonde · a1 vit torn · c1 vit löpare · d1 vit drottning · e1 vit kung · f1 vit löpare · h1 vit torn | a8 svart torn · b8 svart springare · c8 svart löpare · d8 svart drottning · e8 svart kung · f8 svart löpare · g8 svart springare · h8 svart torn · a7 svart bonde · b7 svart bonde · f7 svart bonde · g7 svart bonde · h7 svart bonde · d6 svart bonde · e6 svart bonde · f6 svart springare · d4 vit springare · e4 vit bonde · c3 vit springare · a2 vit bonde · b2 vit bonde · c2 vit bonde · f2 vit bonde · g2 vit bonde · h2 vit bonde · a1 vit torn · c1 vit löpare · d1 vit drottning · e1 vit kung · f1 vit löpare · h1 vit torn | a8 svart torn · b8 svart springare · c8 svart löpare · d8 svart drottning · e8 svart kung · f8 svart löpare · g8 svart springare · h8 svart torn · a7 svart bonde · b7 svart bonde · f7 svart bonde · g7 svart bonde · h7 svart bonde · d6 svart bonde · e6 svart bonde · f6 svart springare · d4 vit springare · e4 vit bonde · c3 vit springare · a2 vit bonde · b2 vit bonde · c2 vit bonde · f2 vit bonde · g2 vit bonde · h2 vit bonde · a1 vit torn · c1 vit löpare · d1 vit drottning · e1 vit kung · f1 vit löpare · h1 vit torn | a8 svart torn · b8 svart springare · c8 svart löpare · d8 svart drottning · e8 svart kung · f8 svart löpare · g8 svart springare · h8 svart torn · a7 svart bonde · b7 svart bonde · f7 svart bonde · g7 svart bonde · h7 svart bonde · d6 svart bonde · e6 svart bonde · f6 svart springare · d4 vit springare · e4 vit bonde · c3 vit springare · a2 vit bonde · b2 vit bonde · c2 vit bonde · f2 vit bonde · g2 vit bonde · h2 vit bonde · a1 vit torn · c1 vit löpare · d1 vit drottning · e1 vit kung · f1 vit löpare · h1 vit torn | a8 svart torn · b8 svart springare · c8 svart löpare · d8 svart drottning · e8 svart kung · f8 svart löpare · g8 svart springare · h8 svart torn · a7 svart bonde · b7 svart bonde · f7 svart bonde · g7 svart bonde · h7 svart bonde · d6 svart bonde · e6 svart bonde · f6 svart springare · d4 vit springare · e4 vit bonde · c3 vit springare · a2 vit bonde · b2 vit bonde · c2 vit bonde · f2 vit bonde · g2 vit bonde · h2 vit bonde · a1 vit torn · c1 vit löpare · d1 vit drottning · e1 vit kung · f1 vit löpare · h1 vit torn | a8 svart torn · b8 svart springare · c8 svart löpare · d8 svart drottning · e8 svart kung · f8 svart löpare · g8 svart springare · h8 svart torn · a7 svart bonde · b7 svart bonde · f7 svart bonde · g7 svart bonde · h7 svart bonde · d6 svart bonde · e6 svart bonde · f6 svart springare · d4 vit springare · e4 vit bonde · c3 vit springare · a2 vit bonde · b2 vit bonde · c2 vit bonde · f2 vit bonde · g2 vit bonde · h2 vit bonde · a1 vit torn · c1 vit löpare · d1 vit drottning · e1 vit kung · f1 vit löpare · h1 vit torn | 1 |
|   | a | b | c | d | e | f | g | h |   |

B80 Sicilianskt, Scheveningenvarianten
1.e4 c5 2.Sf3 d6 3.d4 cxd4 4.Sxd4 Sf6 5.Sc3 e6
B81 Sicilianskt, Scheveningen, Keresangreppet
1.e4 c5 2.Sf3 d6 3.d4 cxd4 4.Sxd4 Sf6 5.Sc3 e6 6.g4
B82 Sicilianskt, Scheveningen
1.e4 c5 2.Sf3 d6 3.d4 cxd4 4.Sxd4 Sf6 5.Sc3 e6 6.f4
B83 Sicilianskt
1.e4 c5 2.Sf3 d6 3.d4 cxd4 4.Sxd4 Sf6 5.Sc3 e6 6.Le2
B84 Sicilianskt, Scheveningen
1.e4 c5 2.Sf3 d6 3.d4 cxd4 4.Sxd4 Sf6 5.Sc3 e6 6.Le2 a6
B85 Sicilianskt, Scheveningen, klassiska varianten
1.e4 c5 2.Sf3 d6 3.d4 cxd4 4.Sxd4 Sf6 5.Sc3 e6 6.Le2 a6 7.0-0 Dc7 8.f4 Sc6
B86 Sicilianskt, Sozinvarianten
1.e4 c5 2.Sf3 d6 3.d4 cxd4 4.Sxd4 Sf6 5.Sc3 e6 6.Lc4
B87 Sicilianskt, Sozinvarianten med ...a6 och ...b5
1.e4 c5 2.Sf3 d6 3.d4 cxd4 4.Sxd4 Sf6 5.Sc3 e6 6.Lc4 a6 7.Lb3 b5
B88 Sicilianskt, Sozinvarianten
1.e4 c5 2.Sf3 d6 3.d4 cxd4 4.Sxd4 Sf6 5.Sc3 e6 6.Lc4 Sc6
B89 Sicilianskt, Sozinvarianten, 7.Le3
1.e4 c5 2.Sf3 d6 3.d4 cxd4 4.Sxd4 Sf6 5.Sc3 e6 6.Lc4 Sc6 7.Le3
|   | a | b | c | d | e | f | g | h |   |
| 8 | a8 svart torn · b8 svart springare · c8 svart löpare · d8 svart drottning · e8 svart kung · f8 svart löpare · h8 svart torn · b7 svart bonde · e7 svart bonde · f7 svart bonde · g7 svart bonde · h7 svart bonde · a6 svart bonde · d6 svart bonde · f6 svart springare · d4 vit springare · e4 vit bonde · c3 vit springare · a2 vit bonde · b2 vit bonde · c2 vit bonde · f2 vit bonde · g2 vit bonde · h2 vit bonde · a1 vit torn · c1 vit löpare · d1 vit drottning · e1 vit kung · f1 vit löpare · h1 vit torn | a8 svart torn · b8 svart springare · c8 svart löpare · d8 svart drottning · e8 svart kung · f8 svart löpare · h8 svart torn · b7 svart bonde · e7 svart bonde · f7 svart bonde · g7 svart bonde · h7 svart bonde · a6 svart bonde · d6 svart bonde · f6 svart springare · d4 vit springare · e4 vit bonde · c3 vit springare · a2 vit bonde · b2 vit bonde · c2 vit bonde · f2 vit bonde · g2 vit bonde · h2 vit bonde · a1 vit torn · c1 vit löpare · d1 vit drottning · e1 vit kung · f1 vit löpare · h1 vit torn | a8 svart torn · b8 svart springare · c8 svart löpare · d8 svart drottning · e8 svart kung · f8 svart löpare · h8 svart torn · b7 svart bonde · e7 svart bonde · f7 svart bonde · g7 svart bonde · h7 svart bonde · a6 svart bonde · d6 svart bonde · f6 svart springare · d4 vit springare · e4 vit bonde · c3 vit springare · a2 vit bonde · b2 vit bonde · c2 vit bonde · f2 vit bonde · g2 vit bonde · h2 vit bonde · a1 vit torn · c1 vit löpare · d1 vit drottning · e1 vit kung · f1 vit löpare · h1 vit torn | a8 svart torn · b8 svart springare · c8 svart löpare · d8 svart drottning · e8 svart kung · f8 svart löpare · h8 svart torn · b7 svart bonde · e7 svart bonde · f7 svart bonde · g7 svart bonde · h7 svart bonde · a6 svart bonde · d6 svart bonde · f6 svart springare · d4 vit springare · e4 vit bonde · c3 vit springare · a2 vit bonde · b2 vit bonde · c2 vit bonde · f2 vit bonde · g2 vit bonde · h2 vit bonde · a1 vit torn · c1 vit löpare · d1 vit drottning · e1 vit kung · f1 vit löpare · h1 vit torn | a8 svart torn · b8 svart springare · c8 svart löpare · d8 svart drottning · e8 svart kung · f8 svart löpare · h8 svart torn · b7 svart bonde · e7 svart bonde · f7 svart bonde · g7 svart bonde · h7 svart bonde · a6 svart bonde · d6 svart bonde · f6 svart springare · d4 vit springare · e4 vit bonde · c3 vit springare · a2 vit bonde · b2 vit bonde · c2 vit bonde · f2 vit bonde · g2 vit bonde · h2 vit bonde · a1 vit torn · c1 vit löpare · d1 vit drottning · e1 vit kung · f1 vit löpare · h1 vit torn | a8 svart torn · b8 svart springare · c8 svart löpare · d8 svart drottning · e8 svart kung · f8 svart löpare · h8 svart torn · b7 svart bonde · e7 svart bonde · f7 svart bonde · g7 svart bonde · h7 svart bonde · a6 svart bonde · d6 svart bonde · f6 svart springare · d4 vit springare · e4 vit bonde · c3 vit springare · a2 vit bonde · b2 vit bonde · c2 vit bonde · f2 vit bonde · g2 vit bonde · h2 vit bonde · a1 vit torn · c1 vit löpare · d1 vit drottning · e1 vit kung · f1 vit löpare · h1 vit torn | a8 svart torn · b8 svart springare · c8 svart löpare · d8 svart drottning · e8 svart kung · f8 svart löpare · h8 svart torn · b7 svart bonde · e7 svart bonde · f7 svart bonde · g7 svart bonde · h7 svart bonde · a6 svart bonde · d6 svart bonde · f6 svart springare · d4 vit springare · e4 vit bonde · c3 vit springare · a2 vit bonde · b2 vit bonde · c2 vit bonde · f2 vit bonde · g2 vit bonde · h2 vit bonde · a1 vit torn · c1 vit löpare · d1 vit drottning · e1 vit kung · f1 vit löpare · h1 vit torn | a8 svart torn · b8 svart springare · c8 svart löpare · d8 svart drottning · e8 svart kung · f8 svart löpare · h8 svart torn · b7 svart bonde · e7 svart bonde · f7 svart bonde · g7 svart bonde · h7 svart bonde · a6 svart bonde · d6 svart bonde · f6 svart springare · d4 vit springare · e4 vit bonde · c3 vit springare · a2 vit bonde · b2 vit bonde · c2 vit bonde · f2 vit bonde · g2 vit bonde · h2 vit bonde · a1 vit torn · c1 vit löpare · d1 vit drottning · e1 vit kung · f1 vit löpare · h1 vit torn | 8 |
| 7 | a8 svart torn · b8 svart springare · c8 svart löpare · d8 svart drottning · e8 svart kung · f8 svart löpare · h8 svart torn · b7 svart bonde · e7 svart bonde · f7 svart bonde · g7 svart bonde · h7 svart bonde · a6 svart bonde · d6 svart bonde · f6 svart springare · d4 vit springare · e4 vit bonde · c3 vit springare · a2 vit bonde · b2 vit bonde · c2 vit bonde · f2 vit bonde · g2 vit bonde · h2 vit bonde · a1 vit torn · c1 vit löpare · d1 vit drottning · e1 vit kung · f1 vit löpare · h1 vit torn | a8 svart torn · b8 svart springare · c8 svart löpare · d8 svart drottning · e8 svart kung · f8 svart löpare · h8 svart torn · b7 svart bonde · e7 svart bonde · f7 svart bonde · g7 svart bonde · h7 svart bonde · a6 svart bonde · d6 svart bonde · f6 svart springare · d4 vit springare · e4 vit bonde · c3 vit springare · a2 vit bonde · b2 vit bonde · c2 vit bonde · f2 vit bonde · g2 vit bonde · h2 vit bonde · a1 vit torn · c1 vit löpare · d1 vit drottning · e1 vit kung · f1 vit löpare · h1 vit torn | a8 svart torn · b8 svart springare · c8 svart löpare · d8 svart drottning · e8 svart kung · f8 svart löpare · h8 svart torn · b7 svart bonde · e7 svart bonde · f7 svart bonde · g7 svart bonde · h7 svart bonde · a6 svart bonde · d6 svart bonde · f6 svart springare · d4 vit springare · e4 vit bonde · c3 vit springare · a2 vit bonde · b2 vit bonde · c2 vit bonde · f2 vit bonde · g2 vit bonde · h2 vit bonde · a1 vit torn · c1 vit löpare · d1 vit drottning · e1 vit kung · f1 vit löpare · h1 vit torn | a8 svart torn · b8 svart springare · c8 svart löpare · d8 svart drottning · e8 svart kung · f8 svart löpare · h8 svart torn · b7 svart bonde · e7 svart bonde · f7 svart bonde · g7 svart bonde · h7 svart bonde · a6 svart bonde · d6 svart bonde · f6 svart springare · d4 vit springare · e4 vit bonde · c3 vit springare · a2 vit bonde · b2 vit bonde · c2 vit bonde · f2 vit bonde · g2 vit bonde · h2 vit bonde · a1 vit torn · c1 vit löpare · d1 vit drottning · e1 vit kung · f1 vit löpare · h1 vit torn | a8 svart torn · b8 svart springare · c8 svart löpare · d8 svart drottning · e8 svart kung · f8 svart löpare · h8 svart torn · b7 svart bonde · e7 svart bonde · f7 svart bonde · g7 svart bonde · h7 svart bonde · a6 svart bonde · d6 svart bonde · f6 svart springare · d4 vit springare · e4 vit bonde · c3 vit springare · a2 vit bonde · b2 vit bonde · c2 vit bonde · f2 vit bonde · g2 vit bonde · h2 vit bonde · a1 vit torn · c1 vit löpare · d1 vit drottning · e1 vit kung · f1 vit löpare · h1 vit torn | a8 svart torn · b8 svart springare · c8 svart löpare · d8 svart drottning · e8 svart kung · f8 svart löpare · h8 svart torn · b7 svart bonde · e7 svart bonde · f7 svart bonde · g7 svart bonde · h7 svart bonde · a6 svart bonde · d6 svart bonde · f6 svart springare · d4 vit springare · e4 vit bonde · c3 vit springare · a2 vit bonde · b2 vit bonde · c2 vit bonde · f2 vit bonde · g2 vit bonde · h2 vit bonde · a1 vit torn · c1 vit löpare · d1 vit drottning · e1 vit kung · f1 vit löpare · h1 vit torn | a8 svart torn · b8 svart springare · c8 svart löpare · d8 svart drottning · e8 svart kung · f8 svart löpare · h8 svart torn · b7 svart bonde · e7 svart bonde · f7 svart bonde · g7 svart bonde · h7 svart bonde · a6 svart bonde · d6 svart bonde · f6 svart springare · d4 vit springare · e4 vit bonde · c3 vit springare · a2 vit bonde · b2 vit bonde · c2 vit bonde · f2 vit bonde · g2 vit bonde · h2 vit bonde · a1 vit torn · c1 vit löpare · d1 vit drottning · e1 vit kung · f1 vit löpare · h1 vit torn | a8 svart torn · b8 svart springare · c8 svart löpare · d8 svart drottning · e8 svart kung · f8 svart löpare · h8 svart torn · b7 svart bonde · e7 svart bonde · f7 svart bonde · g7 svart bonde · h7 svart bonde · a6 svart bonde · d6 svart bonde · f6 svart springare · d4 vit springare · e4 vit bonde · c3 vit springare · a2 vit bonde · b2 vit bonde · c2 vit bonde · f2 vit bonde · g2 vit bonde · h2 vit bonde · a1 vit torn · c1 vit löpare · d1 vit drottning · e1 vit kung · f1 vit löpare · h1 vit torn | 7 |
| 6 | a8 svart torn · b8 svart springare · c8 svart löpare · d8 svart drottning · e8 svart kung · f8 svart löpare · h8 svart torn · b7 svart bonde · e7 svart bonde · f7 svart bonde · g7 svart bonde · h7 svart bonde · a6 svart bonde · d6 svart bonde · f6 svart springare · d4 vit springare · e4 vit bonde · c3 vit springare · a2 vit bonde · b2 vit bonde · c2 vit bonde · f2 vit bonde · g2 vit bonde · h2 vit bonde · a1 vit torn · c1 vit löpare · d1 vit drottning · e1 vit kung · f1 vit löpare · h1 vit torn | a8 svart torn · b8 svart springare · c8 svart löpare · d8 svart drottning · e8 svart kung · f8 svart löpare · h8 svart torn · b7 svart bonde · e7 svart bonde · f7 svart bonde · g7 svart bonde · h7 svart bonde · a6 svart bonde · d6 svart bonde · f6 svart springare · d4 vit springare · e4 vit bonde · c3 vit springare · a2 vit bonde · b2 vit bonde · c2 vit bonde · f2 vit bonde · g2 vit bonde · h2 vit bonde · a1 vit torn · c1 vit löpare · d1 vit drottning · e1 vit kung · f1 vit löpare · h1 vit torn | a8 svart torn · b8 svart springare · c8 svart löpare · d8 svart drottning · e8 svart kung · f8 svart löpare · h8 svart torn · b7 svart bonde · e7 svart bonde · f7 svart bonde · g7 svart bonde · h7 svart bonde · a6 svart bonde · d6 svart bonde · f6 svart springare · d4 vit springare · e4 vit bonde · c3 vit springare · a2 vit bonde · b2 vit bonde · c2 vit bonde · f2 vit bonde · g2 vit bonde · h2 vit bonde · a1 vit torn · c1 vit löpare · d1 vit drottning · e1 vit kung · f1 vit löpare · h1 vit torn | a8 svart torn · b8 svart springare · c8 svart löpare · d8 svart drottning · e8 svart kung · f8 svart löpare · h8 svart torn · b7 svart bonde · e7 svart bonde · f7 svart bonde · g7 svart bonde · h7 svart bonde · a6 svart bonde · d6 svart bonde · f6 svart springare · d4 vit springare · e4 vit bonde · c3 vit springare · a2 vit bonde · b2 vit bonde · c2 vit bonde · f2 vit bonde · g2 vit bonde · h2 vit bonde · a1 vit torn · c1 vit löpare · d1 vit drottning · e1 vit kung · f1 vit löpare · h1 vit torn | a8 svart torn · b8 svart springare · c8 svart löpare · d8 svart drottning · e8 svart kung · f8 svart löpare · h8 svart torn · b7 svart bonde · e7 svart bonde · f7 svart bonde · g7 svart bonde · h7 svart bonde · a6 svart bonde · d6 svart bonde · f6 svart springare · d4 vit springare · e4 vit bonde · c3 vit springare · a2 vit bonde · b2 vit bonde · c2 vit bonde · f2 vit bonde · g2 vit bonde · h2 vit bonde · a1 vit torn · c1 vit löpare · d1 vit drottning · e1 vit kung · f1 vit löpare · h1 vit torn | a8 svart torn · b8 svart springare · c8 svart löpare · d8 svart drottning · e8 svart kung · f8 svart löpare · h8 svart torn · b7 svart bonde · e7 svart bonde · f7 svart bonde · g7 svart bonde · h7 svart bonde · a6 svart bonde · d6 svart bonde · f6 svart springare · d4 vit springare · e4 vit bonde · c3 vit springare · a2 vit bonde · b2 vit bonde · c2 vit bonde · f2 vit bonde · g2 vit bonde · h2 vit bonde · a1 vit torn · c1 vit löpare · d1 vit drottning · e1 vit kung · f1 vit löpare · h1 vit torn | a8 svart torn · b8 svart springare · c8 svart löpare · d8 svart drottning · e8 svart kung · f8 svart löpare · h8 svart torn · b7 svart bonde · e7 svart bonde · f7 svart bonde · g7 svart bonde · h7 svart bonde · a6 svart bonde · d6 svart bonde · f6 svart springare · d4 vit springare · e4 vit bonde · c3 vit springare · a2 vit bonde · b2 vit bonde · c2 vit bonde · f2 vit bonde · g2 vit bonde · h2 vit bonde · a1 vit torn · c1 vit löpare · d1 vit drottning · e1 vit kung · f1 vit löpare · h1 vit torn | a8 svart torn · b8 svart springare · c8 svart löpare · d8 svart drottning · e8 svart kung · f8 svart löpare · h8 svart torn · b7 svart bonde · e7 svart bonde · f7 svart bonde · g7 svart bonde · h7 svart bonde · a6 svart bonde · d6 svart bonde · f6 svart springare · d4 vit springare · e4 vit bonde · c3 vit springare · a2 vit bonde · b2 vit bonde · c2 vit bonde · f2 vit bonde · g2 vit bonde · h2 vit bonde · a1 vit torn · c1 vit löpare · d1 vit drottning · e1 vit kung · f1 vit löpare · h1 vit torn | 6 |
| 5 | a8 svart torn · b8 svart springare · c8 svart löpare · d8 svart drottning · e8 svart kung · f8 svart löpare · h8 svart torn · b7 svart bonde · e7 svart bonde · f7 svart bonde · g7 svart bonde · h7 svart bonde · a6 svart bonde · d6 svart bonde · f6 svart springare · d4 vit springare · e4 vit bonde · c3 vit springare · a2 vit bonde · b2 vit bonde · c2 vit bonde · f2 vit bonde · g2 vit bonde · h2 vit bonde · a1 vit torn · c1 vit löpare · d1 vit drottning · e1 vit kung · f1 vit löpare · h1 vit torn | a8 svart torn · b8 svart springare · c8 svart löpare · d8 svart drottning · e8 svart kung · f8 svart löpare · h8 svart torn · b7 svart bonde · e7 svart bonde · f7 svart bonde · g7 svart bonde · h7 svart bonde · a6 svart bonde · d6 svart bonde · f6 svart springare · d4 vit springare · e4 vit bonde · c3 vit springare · a2 vit bonde · b2 vit bonde · c2 vit bonde · f2 vit bonde · g2 vit bonde · h2 vit bonde · a1 vit torn · c1 vit löpare · d1 vit drottning · e1 vit kung · f1 vit löpare · h1 vit torn | a8 svart torn · b8 svart springare · c8 svart löpare · d8 svart drottning · e8 svart kung · f8 svart löpare · h8 svart torn · b7 svart bonde · e7 svart bonde · f7 svart bonde · g7 svart bonde · h7 svart bonde · a6 svart bonde · d6 svart bonde · f6 svart springare · d4 vit springare · e4 vit bonde · c3 vit springare · a2 vit bonde · b2 vit bonde · c2 vit bonde · f2 vit bonde · g2 vit bonde · h2 vit bonde · a1 vit torn · c1 vit löpare · d1 vit drottning · e1 vit kung · f1 vit löpare · h1 vit torn | a8 svart torn · b8 svart springare · c8 svart löpare · d8 svart drottning · e8 svart kung · f8 svart löpare · h8 svart torn · b7 svart bonde · e7 svart bonde · f7 svart bonde · g7 svart bonde · h7 svart bonde · a6 svart bonde · d6 svart bonde · f6 svart springare · d4 vit springare · e4 vit bonde · c3 vit springare · a2 vit bonde · b2 vit bonde · c2 vit bonde · f2 vit bonde · g2 vit bonde · h2 vit bonde · a1 vit torn · c1 vit löpare · d1 vit drottning · e1 vit kung · f1 vit löpare · h1 vit torn | a8 svart torn · b8 svart springare · c8 svart löpare · d8 svart drottning · e8 svart kung · f8 svart löpare · h8 svart torn · b7 svart bonde · e7 svart bonde · f7 svart bonde · g7 svart bonde · h7 svart bonde · a6 svart bonde · d6 svart bonde · f6 svart springare · d4 vit springare · e4 vit bonde · c3 vit springare · a2 vit bonde · b2 vit bonde · c2 vit bonde · f2 vit bonde · g2 vit bonde · h2 vit bonde · a1 vit torn · c1 vit löpare · d1 vit drottning · e1 vit kung · f1 vit löpare · h1 vit torn | a8 svart torn · b8 svart springare · c8 svart löpare · d8 svart drottning · e8 svart kung · f8 svart löpare · h8 svart torn · b7 svart bonde · e7 svart bonde · f7 svart bonde · g7 svart bonde · h7 svart bonde · a6 svart bonde · d6 svart bonde · f6 svart springare · d4 vit springare · e4 vit bonde · c3 vit springare · a2 vit bonde · b2 vit bonde · c2 vit bonde · f2 vit bonde · g2 vit bonde · h2 vit bonde · a1 vit torn · c1 vit löpare · d1 vit drottning · e1 vit kung · f1 vit löpare · h1 vit torn | a8 svart torn · b8 svart springare · c8 svart löpare · d8 svart drottning · e8 svart kung · f8 svart löpare · h8 svart torn · b7 svart bonde · e7 svart bonde · f7 svart bonde · g7 svart bonde · h7 svart bonde · a6 svart bonde · d6 svart bonde · f6 svart springare · d4 vit springare · e4 vit bonde · c3 vit springare · a2 vit bonde · b2 vit bonde · c2 vit bonde · f2 vit bonde · g2 vit bonde · h2 vit bonde · a1 vit torn · c1 vit löpare · d1 vit drottning · e1 vit kung · f1 vit löpare · h1 vit torn | a8 svart torn · b8 svart springare · c8 svart löpare · d8 svart drottning · e8 svart kung · f8 svart löpare · h8 svart torn · b7 svart bonde · e7 svart bonde · f7 svart bonde · g7 svart bonde · h7 svart bonde · a6 svart bonde · d6 svart bonde · f6 svart springare · d4 vit springare · e4 vit bonde · c3 vit springare · a2 vit bonde · b2 vit bonde · c2 vit bonde · f2 vit bonde · g2 vit bonde · h2 vit bonde · a1 vit torn · c1 vit löpare · d1 vit drottning · e1 vit kung · f1 vit löpare · h1 vit torn | 5 |
| 4 | a8 svart torn · b8 svart springare · c8 svart löpare · d8 svart drottning · e8 svart kung · f8 svart löpare · h8 svart torn · b7 svart bonde · e7 svart bonde · f7 svart bonde · g7 svart bonde · h7 svart bonde · a6 svart bonde · d6 svart bonde · f6 svart springare · d4 vit springare · e4 vit bonde · c3 vit springare · a2 vit bonde · b2 vit bonde · c2 vit bonde · f2 vit bonde · g2 vit bonde · h2 vit bonde · a1 vit torn · c1 vit löpare · d1 vit drottning · e1 vit kung · f1 vit löpare · h1 vit torn | a8 svart torn · b8 svart springare · c8 svart löpare · d8 svart drottning · e8 svart kung · f8 svart löpare · h8 svart torn · b7 svart bonde · e7 svart bonde · f7 svart bonde · g7 svart bonde · h7 svart bonde · a6 svart bonde · d6 svart bonde · f6 svart springare · d4 vit springare · e4 vit bonde · c3 vit springare · a2 vit bonde · b2 vit bonde · c2 vit bonde · f2 vit bonde · g2 vit bonde · h2 vit bonde · a1 vit torn · c1 vit löpare · d1 vit drottning · e1 vit kung · f1 vit löpare · h1 vit torn | a8 svart torn · b8 svart springare · c8 svart löpare · d8 svart drottning · e8 svart kung · f8 svart löpare · h8 svart torn · b7 svart bonde · e7 svart bonde · f7 svart bonde · g7 svart bonde · h7 svart bonde · a6 svart bonde · d6 svart bonde · f6 svart springare · d4 vit springare · e4 vit bonde · c3 vit springare · a2 vit bonde · b2 vit bonde · c2 vit bonde · f2 vit bonde · g2 vit bonde · h2 vit bonde · a1 vit torn · c1 vit löpare · d1 vit drottning · e1 vit kung · f1 vit löpare · h1 vit torn | a8 svart torn · b8 svart springare · c8 svart löpare · d8 svart drottning · e8 svart kung · f8 svart löpare · h8 svart torn · b7 svart bonde · e7 svart bonde · f7 svart bonde · g7 svart bonde · h7 svart bonde · a6 svart bonde · d6 svart bonde · f6 svart springare · d4 vit springare · e4 vit bonde · c3 vit springare · a2 vit bonde · b2 vit bonde · c2 vit bonde · f2 vit bonde · g2 vit bonde · h2 vit bonde · a1 vit torn · c1 vit löpare · d1 vit drottning · e1 vit kung · f1 vit löpare · h1 vit torn | a8 svart torn · b8 svart springare · c8 svart löpare · d8 svart drottning · e8 svart kung · f8 svart löpare · h8 svart torn · b7 svart bonde · e7 svart bonde · f7 svart bonde · g7 svart bonde · h7 svart bonde · a6 svart bonde · d6 svart bonde · f6 svart springare · d4 vit springare · e4 vit bonde · c3 vit springare · a2 vit bonde · b2 vit bonde · c2 vit bonde · f2 vit bonde · g2 vit bonde · h2 vit bonde · a1 vit torn · c1 vit löpare · d1 vit drottning · e1 vit kung · f1 vit löpare · h1 vit torn | a8 svart torn · b8 svart springare · c8 svart löpare · d8 svart drottning · e8 svart kung · f8 svart löpare · h8 svart torn · b7 svart bonde · e7 svart bonde · f7 svart bonde · g7 svart bonde · h7 svart bonde · a6 svart bonde · d6 svart bonde · f6 svart springare · d4 vit springare · e4 vit bonde · c3 vit springare · a2 vit bonde · b2 vit bonde · c2 vit bonde · f2 vit bonde · g2 vit bonde · h2 vit bonde · a1 vit torn · c1 vit löpare · d1 vit drottning · e1 vit kung · f1 vit löpare · h1 vit torn | a8 svart torn · b8 svart springare · c8 svart löpare · d8 svart drottning · e8 svart kung · f8 svart löpare · h8 svart torn · b7 svart bonde · e7 svart bonde · f7 svart bonde · g7 svart bonde · h7 svart bonde · a6 svart bonde · d6 svart bonde · f6 svart springare · d4 vit springare · e4 vit bonde · c3 vit springare · a2 vit bonde · b2 vit bonde · c2 vit bonde · f2 vit bonde · g2 vit bonde · h2 vit bonde · a1 vit torn · c1 vit löpare · d1 vit drottning · e1 vit kung · f1 vit löpare · h1 vit torn | a8 svart torn · b8 svart springare · c8 svart löpare · d8 svart drottning · e8 svart kung · f8 svart löpare · h8 svart torn · b7 svart bonde · e7 svart bonde · f7 svart bonde · g7 svart bonde · h7 svart bonde · a6 svart bonde · d6 svart bonde · f6 svart springare · d4 vit springare · e4 vit bonde · c3 vit springare · a2 vit bonde · b2 vit bonde · c2 vit bonde · f2 vit bonde · g2 vit bonde · h2 vit bonde · a1 vit torn · c1 vit löpare · d1 vit drottning · e1 vit kung · f1 vit löpare · h1 vit torn | 4 |
| 3 | a8 svart torn · b8 svart springare · c8 svart löpare · d8 svart drottning · e8 svart kung · f8 svart löpare · h8 svart torn · b7 svart bonde · e7 svart bonde · f7 svart bonde · g7 svart bonde · h7 svart bonde · a6 svart bonde · d6 svart bonde · f6 svart springare · d4 vit springare · e4 vit bonde · c3 vit springare · a2 vit bonde · b2 vit bonde · c2 vit bonde · f2 vit bonde · g2 vit bonde · h2 vit bonde · a1 vit torn · c1 vit löpare · d1 vit drottning · e1 vit kung · f1 vit löpare · h1 vit torn | a8 svart torn · b8 svart springare · c8 svart löpare · d8 svart drottning · e8 svart kung · f8 svart löpare · h8 svart torn · b7 svart bonde · e7 svart bonde · f7 svart bonde · g7 svart bonde · h7 svart bonde · a6 svart bonde · d6 svart bonde · f6 svart springare · d4 vit springare · e4 vit bonde · c3 vit springare · a2 vit bonde · b2 vit bonde · c2 vit bonde · f2 vit bonde · g2 vit bonde · h2 vit bonde · a1 vit torn · c1 vit löpare · d1 vit drottning · e1 vit kung · f1 vit löpare · h1 vit torn | a8 svart torn · b8 svart springare · c8 svart löpare · d8 svart drottning · e8 svart kung · f8 svart löpare · h8 svart torn · b7 svart bonde · e7 svart bonde · f7 svart bonde · g7 svart bonde · h7 svart bonde · a6 svart bonde · d6 svart bonde · f6 svart springare · d4 vit springare · e4 vit bonde · c3 vit springare · a2 vit bonde · b2 vit bonde · c2 vit bonde · f2 vit bonde · g2 vit bonde · h2 vit bonde · a1 vit torn · c1 vit löpare · d1 vit drottning · e1 vit kung · f1 vit löpare · h1 vit torn | a8 svart torn · b8 svart springare · c8 svart löpare · d8 svart drottning · e8 svart kung · f8 svart löpare · h8 svart torn · b7 svart bonde · e7 svart bonde · f7 svart bonde · g7 svart bonde · h7 svart bonde · a6 svart bonde · d6 svart bonde · f6 svart springare · d4 vit springare · e4 vit bonde · c3 vit springare · a2 vit bonde · b2 vit bonde · c2 vit bonde · f2 vit bonde · g2 vit bonde · h2 vit bonde · a1 vit torn · c1 vit löpare · d1 vit drottning · e1 vit kung · f1 vit löpare · h1 vit torn | a8 svart torn · b8 svart springare · c8 svart löpare · d8 svart drottning · e8 svart kung · f8 svart löpare · h8 svart torn · b7 svart bonde · e7 svart bonde · f7 svart bonde · g7 svart bonde · h7 svart bonde · a6 svart bonde · d6 svart bonde · f6 svart springare · d4 vit springare · e4 vit bonde · c3 vit springare · a2 vit bonde · b2 vit bonde · c2 vit bonde · f2 vit bonde · g2 vit bonde · h2 vit bonde · a1 vit torn · c1 vit löpare · d1 vit drottning · e1 vit kung · f1 vit löpare · h1 vit torn | a8 svart torn · b8 svart springare · c8 svart löpare · d8 svart drottning · e8 svart kung · f8 svart löpare · h8 svart torn · b7 svart bonde · e7 svart bonde · f7 svart bonde · g7 svart bonde · h7 svart bonde · a6 svart bonde · d6 svart bonde · f6 svart springare · d4 vit springare · e4 vit bonde · c3 vit springare · a2 vit bonde · b2 vit bonde · c2 vit bonde · f2 vit bonde · g2 vit bonde · h2 vit bonde · a1 vit torn · c1 vit löpare · d1 vit drottning · e1 vit kung · f1 vit löpare · h1 vit torn | a8 svart torn · b8 svart springare · c8 svart löpare · d8 svart drottning · e8 svart kung · f8 svart löpare · h8 svart torn · b7 svart bonde · e7 svart bonde · f7 svart bonde · g7 svart bonde · h7 svart bonde · a6 svart bonde · d6 svart bonde · f6 svart springare · d4 vit springare · e4 vit bonde · c3 vit springare · a2 vit bonde · b2 vit bonde · c2 vit bonde · f2 vit bonde · g2 vit bonde · h2 vit bonde · a1 vit torn · c1 vit löpare · d1 vit drottning · e1 vit kung · f1 vit löpare · h1 vit torn | a8 svart torn · b8 svart springare · c8 svart löpare · d8 svart drottning · e8 svart kung · f8 svart löpare · h8 svart torn · b7 svart bonde · e7 svart bonde · f7 svart bonde · g7 svart bonde · h7 svart bonde · a6 svart bonde · d6 svart bonde · f6 svart springare · d4 vit springare · e4 vit bonde · c3 vit springare · a2 vit bonde · b2 vit bonde · c2 vit bonde · f2 vit bonde · g2 vit bonde · h2 vit bonde · a1 vit torn · c1 vit löpare · d1 vit drottning · e1 vit kung · f1 vit löpare · h1 vit torn | 3 |
| 2 | a8 svart torn · b8 svart springare · c8 svart löpare · d8 svart drottning · e8 svart kung · f8 svart löpare · h8 svart torn · b7 svart bonde · e7 svart bonde · f7 svart bonde · g7 svart bonde · h7 svart bonde · a6 svart bonde · d6 svart bonde · f6 svart springare · d4 vit springare · e4 vit bonde · c3 vit springare · a2 vit bonde · b2 vit bonde · c2 vit bonde · f2 vit bonde · g2 vit bonde · h2 vit bonde · a1 vit torn · c1 vit löpare · d1 vit drottning · e1 vit kung · f1 vit löpare · h1 vit torn | a8 svart torn · b8 svart springare · c8 svart löpare · d8 svart drottning · e8 svart kung · f8 svart löpare · h8 svart torn · b7 svart bonde · e7 svart bonde · f7 svart bonde · g7 svart bonde · h7 svart bonde · a6 svart bonde · d6 svart bonde · f6 svart springare · d4 vit springare · e4 vit bonde · c3 vit springare · a2 vit bonde · b2 vit bonde · c2 vit bonde · f2 vit bonde · g2 vit bonde · h2 vit bonde · a1 vit torn · c1 vit löpare · d1 vit drottning · e1 vit kung · f1 vit löpare · h1 vit torn | a8 svart torn · b8 svart springare · c8 svart löpare · d8 svart drottning · e8 svart kung · f8 svart löpare · h8 svart torn · b7 svart bonde · e7 svart bonde · f7 svart bonde · g7 svart bonde · h7 svart bonde · a6 svart bonde · d6 svart bonde · f6 svart springare · d4 vit springare · e4 vit bonde · c3 vit springare · a2 vit bonde · b2 vit bonde · c2 vit bonde · f2 vit bonde · g2 vit bonde · h2 vit bonde · a1 vit torn · c1 vit löpare · d1 vit drottning · e1 vit kung · f1 vit löpare · h1 vit torn | a8 svart torn · b8 svart springare · c8 svart löpare · d8 svart drottning · e8 svart kung · f8 svart löpare · h8 svart torn · b7 svart bonde · e7 svart bonde · f7 svart bonde · g7 svart bonde · h7 svart bonde · a6 svart bonde · d6 svart bonde · f6 svart springare · d4 vit springare · e4 vit bonde · c3 vit springare · a2 vit bonde · b2 vit bonde · c2 vit bonde · f2 vit bonde · g2 vit bonde · h2 vit bonde · a1 vit torn · c1 vit löpare · d1 vit drottning · e1 vit kung · f1 vit löpare · h1 vit torn | a8 svart torn · b8 svart springare · c8 svart löpare · d8 svart drottning · e8 svart kung · f8 svart löpare · h8 svart torn · b7 svart bonde · e7 svart bonde · f7 svart bonde · g7 svart bonde · h7 svart bonde · a6 svart bonde · d6 svart bonde · f6 svart springare · d4 vit springare · e4 vit bonde · c3 vit springare · a2 vit bonde · b2 vit bonde · c2 vit bonde · f2 vit bonde · g2 vit bonde · h2 vit bonde · a1 vit torn · c1 vit löpare · d1 vit drottning · e1 vit kung · f1 vit löpare · h1 vit torn | a8 svart torn · b8 svart springare · c8 svart löpare · d8 svart drottning · e8 svart kung · f8 svart löpare · h8 svart torn · b7 svart bonde · e7 svart bonde · f7 svart bonde · g7 svart bonde · h7 svart bonde · a6 svart bonde · d6 svart bonde · f6 svart springare · d4 vit springare · e4 vit bonde · c3 vit springare · a2 vit bonde · b2 vit bonde · c2 vit bonde · f2 vit bonde · g2 vit bonde · h2 vit bonde · a1 vit torn · c1 vit löpare · d1 vit drottning · e1 vit kung · f1 vit löpare · h1 vit torn | a8 svart torn · b8 svart springare · c8 svart löpare · d8 svart drottning · e8 svart kung · f8 svart löpare · h8 svart torn · b7 svart bonde · e7 svart bonde · f7 svart bonde · g7 svart bonde · h7 svart bonde · a6 svart bonde · d6 svart bonde · f6 svart springare · d4 vit springare · e4 vit bonde · c3 vit springare · a2 vit bonde · b2 vit bonde · c2 vit bonde · f2 vit bonde · g2 vit bonde · h2 vit bonde · a1 vit torn · c1 vit löpare · d1 vit drottning · e1 vit kung · f1 vit löpare · h1 vit torn | a8 svart torn · b8 svart springare · c8 svart löpare · d8 svart drottning · e8 svart kung · f8 svart löpare · h8 svart torn · b7 svart bonde · e7 svart bonde · f7 svart bonde · g7 svart bonde · h7 svart bonde · a6 svart bonde · d6 svart bonde · f6 svart springare · d4 vit springare · e4 vit bonde · c3 vit springare · a2 vit bonde · b2 vit bonde · c2 vit bonde · f2 vit bonde · g2 vit bonde · h2 vit bonde · a1 vit torn · c1 vit löpare · d1 vit drottning · e1 vit kung · f1 vit löpare · h1 vit torn | 2 |
| 1 | a8 svart torn · b8 svart springare · c8 svart löpare · d8 svart drottning · e8 svart kung · f8 svart löpare · h8 svart torn · b7 svart bonde · e7 svart bonde · f7 svart bonde · g7 svart bonde · h7 svart bonde · a6 svart bonde · d6 svart bonde · f6 svart springare · d4 vit springare · e4 vit bonde · c3 vit springare · a2 vit bonde · b2 vit bonde · c2 vit bonde · f2 vit bonde · g2 vit bonde · h2 vit bonde · a1 vit torn · c1 vit löpare · d1 vit drottning · e1 vit kung · f1 vit löpare · h1 vit torn | a8 svart torn · b8 svart springare · c8 svart löpare · d8 svart drottning · e8 svart kung · f8 svart löpare · h8 svart torn · b7 svart bonde · e7 svart bonde · f7 svart bonde · g7 svart bonde · h7 svart bonde · a6 svart bonde · d6 svart bonde · f6 svart springare · d4 vit springare · e4 vit bonde · c3 vit springare · a2 vit bonde · b2 vit bonde · c2 vit bonde · f2 vit bonde · g2 vit bonde · h2 vit bonde · a1 vit torn · c1 vit löpare · d1 vit drottning · e1 vit kung · f1 vit löpare · h1 vit torn | a8 svart torn · b8 svart springare · c8 svart löpare · d8 svart drottning · e8 svart kung · f8 svart löpare · h8 svart torn · b7 svart bonde · e7 svart bonde · f7 svart bonde · g7 svart bonde · h7 svart bonde · a6 svart bonde · d6 svart bonde · f6 svart springare · d4 vit springare · e4 vit bonde · c3 vit springare · a2 vit bonde · b2 vit bonde · c2 vit bonde · f2 vit bonde · g2 vit bonde · h2 vit bonde · a1 vit torn · c1 vit löpare · d1 vit drottning · e1 vit kung · f1 vit löpare · h1 vit torn | a8 svart torn · b8 svart springare · c8 svart löpare · d8 svart drottning · e8 svart kung · f8 svart löpare · h8 svart torn · b7 svart bonde · e7 svart bonde · f7 svart bonde · g7 svart bonde · h7 svart bonde · a6 svart bonde · d6 svart bonde · f6 svart springare · d4 vit springare · e4 vit bonde · c3 vit springare · a2 vit bonde · b2 vit bonde · c2 vit bonde · f2 vit bonde · g2 vit bonde · h2 vit bonde · a1 vit torn · c1 vit löpare · d1 vit drottning · e1 vit kung · f1 vit löpare · h1 vit torn | a8 svart torn · b8 svart springare · c8 svart löpare · d8 svart drottning · e8 svart kung · f8 svart löpare · h8 svart torn · b7 svart bonde · e7 svart bonde · f7 svart bonde · g7 svart bonde · h7 svart bonde · a6 svart bonde · d6 svart bonde · f6 svart springare · d4 vit springare · e4 vit bonde · c3 vit springare · a2 vit bonde · b2 vit bonde · c2 vit bonde · f2 vit bonde · g2 vit bonde · h2 vit bonde · a1 vit torn · c1 vit löpare · d1 vit drottning · e1 vit kung · f1 vit löpare · h1 vit torn | a8 svart torn · b8 svart springare · c8 svart löpare · d8 svart drottning · e8 svart kung · f8 svart löpare · h8 svart torn · b7 svart bonde · e7 svart bonde · f7 svart bonde · g7 svart bonde · h7 svart bonde · a6 svart bonde · d6 svart bonde · f6 svart springare · d4 vit springare · e4 vit bonde · c3 vit springare · a2 vit bonde · b2 vit bonde · c2 vit bonde · f2 vit bonde · g2 vit bonde · h2 vit bonde · a1 vit torn · c1 vit löpare · d1 vit drottning · e1 vit kung · f1 vit löpare · h1 vit torn | a8 svart torn · b8 svart springare · c8 svart löpare · d8 svart drottning · e8 svart kung · f8 svart löpare · h8 svart torn · b7 svart bonde · e7 svart bonde · f7 svart bonde · g7 svart bonde · h7 svart bonde · a6 svart bonde · d6 svart bonde · f6 svart springare · d4 vit springare · e4 vit bonde · c3 vit springare · a2 vit bonde · b2 vit bonde · c2 vit bonde · f2 vit bonde · g2 vit bonde · h2 vit bonde · a1 vit torn · c1 vit löpare · d1 vit drottning · e1 vit kung · f1 vit löpare · h1 vit torn | a8 svart torn · b8 svart springare · c8 svart löpare · d8 svart drottning · e8 svart kung · f8 svart löpare · h8 svart torn · b7 svart bonde · e7 svart bonde · f7 svart bonde · g7 svart bonde · h7 svart bonde · a6 svart bonde · d6 svart bonde · f6 svart springare · d4 vit springare · e4 vit bonde · c3 vit springare · a2 vit bonde · b2 vit bonde · c2 vit bonde · f2 vit bonde · g2 vit bonde · h2 vit bonde · a1 vit torn · c1 vit löpare · d1 vit drottning · e1 vit kung · f1 vit löpare · h1 vit torn | 1 |
|   | a | b | c | d | e | f | g | h |   |

B90 Sicilianskt, Najdorfvarianten
1.e4 c5 2.Sf3 d6 3.d4 cxd4 4.Sxd4 Sf6 5.Sc3 a6
B91 Sicilianskt, Najdorf, Zagreb (fianchettovarianten)
1.e4 c5 2.Sf3 d6 3.d4 cxd4 4.Sxd4 Sf6 5.Sc3 a6 6.g3
B92 Sicilianskt, Najdorf, Opocenskyvarianten
1.e4 c5 2.Sf3 d6 3.d4 cxd4 4.Sxd4 Sf6 5.Sc3 a6 6.Le2
B93 Sicilianskt, Najdorf, 6.f4
1.e4 c5 2.Sf3 d6 3.d4 cxd4 4.Sxd4 Sf6 5.Sc3 a6 6.f4
B94 Sicilianskt, Najdorf, 6.Lg5
1.e4 c5 2.Sf3 d6 3.d4 cxd4 4.Sxd4 Sf6 5.Sc3 a6 6.Lg5
B95 Sicilianskt, Najdorf, 6...e6
1.e4 c5 2.Sf3 d6 3.d4 cxd4 4.Sxd4 Sf6 5.Sc3 a6 6.Lg5 e6
B96 Sicilianskt, Najdorf, 7.f4
1.e4 c5 2.Sf3 d6 3.d4 cxd4 4.Sxd4 Sf6 5.Sc3 a6 6.Lg5 e6 7.f4
B97 Sicilianskt, Najdorf, 7...Db6
1.e4 c5 2.Sf3 d6 3.d4 cxd4 4.Sxd4 Sf6 5.Sc3 a6 6.Lg5 e6 7.f4 Db6
B98 Sicilianskt, Najdorf, 7...Le7
1.e4 c5 2.Sf3 d6 3.d4 cxd4 4.Sxd4 Sf6 5.Sc3 a6 6.Lg5 e6 7.f4 Le7
B99 Sicilianskt, Najdorf, 7...Le7 huvudvarianten
1.e4 c5 2.Sf3 d6 3.d4 cxd4 4.Sxd4 Sf6 5.Sc3 a6 6.Lg5 e6 7.f4 Le7 8.Df3 Dc7 9.0-0-0 Sbd7

## C:Öppna spelochfranskt parti

### C00-C19: Franskt parti
|   | a | b | c | d | e | f | g | h |   |
| 8 | a8 svart torn · b8 svart springare · c8 svart löpare · d8 svart drottning · e8 svart kung · f8 svart löpare · g8 svart springare · h8 svart torn · a7 svart bonde · b7 svart bonde · c7 svart bonde · d7 svart bonde · f7 svart bonde · g7 svart bonde · h7 svart bonde · e6 svart bonde · e4 vit bonde · a2 vit bonde · b2 vit bonde · c2 vit bonde · d2 vit bonde · f2 vit bonde · g2 vit bonde · h2 vit bonde · a1 vit torn · b1 vit springare · c1 vit löpare · d1 vit drottning · e1 vit kung · f1 vit löpare · g1 vit springare · h1 vit torn | a8 svart torn · b8 svart springare · c8 svart löpare · d8 svart drottning · e8 svart kung · f8 svart löpare · g8 svart springare · h8 svart torn · a7 svart bonde · b7 svart bonde · c7 svart bonde · d7 svart bonde · f7 svart bonde · g7 svart bonde · h7 svart bonde · e6 svart bonde · e4 vit bonde · a2 vit bonde · b2 vit bonde · c2 vit bonde · d2 vit bonde · f2 vit bonde · g2 vit bonde · h2 vit bonde · a1 vit torn · b1 vit springare · c1 vit löpare · d1 vit drottning · e1 vit kung · f1 vit löpare · g1 vit springare · h1 vit torn | a8 svart torn · b8 svart springare · c8 svart löpare · d8 svart drottning · e8 svart kung · f8 svart löpare · g8 svart springare · h8 svart torn · a7 svart bonde · b7 svart bonde · c7 svart bonde · d7 svart bonde · f7 svart bonde · g7 svart bonde · h7 svart bonde · e6 svart bonde · e4 vit bonde · a2 vit bonde · b2 vit bonde · c2 vit bonde · d2 vit bonde · f2 vit bonde · g2 vit bonde · h2 vit bonde · a1 vit torn · b1 vit springare · c1 vit löpare · d1 vit drottning · e1 vit kung · f1 vit löpare · g1 vit springare · h1 vit torn | a8 svart torn · b8 svart springare · c8 svart löpare · d8 svart drottning · e8 svart kung · f8 svart löpare · g8 svart springare · h8 svart torn · a7 svart bonde · b7 svart bonde · c7 svart bonde · d7 svart bonde · f7 svart bonde · g7 svart bonde · h7 svart bonde · e6 svart bonde · e4 vit bonde · a2 vit bonde · b2 vit bonde · c2 vit bonde · d2 vit bonde · f2 vit bonde · g2 vit bonde · h2 vit bonde · a1 vit torn · b1 vit springare · c1 vit löpare · d1 vit drottning · e1 vit kung · f1 vit löpare · g1 vit springare · h1 vit torn | a8 svart torn · b8 svart springare · c8 svart löpare · d8 svart drottning · e8 svart kung · f8 svart löpare · g8 svart springare · h8 svart torn · a7 svart bonde · b7 svart bonde · c7 svart bonde · d7 svart bonde · f7 svart bonde · g7 svart bonde · h7 svart bonde · e6 svart bonde · e4 vit bonde · a2 vit bonde · b2 vit bonde · c2 vit bonde · d2 vit bonde · f2 vit bonde · g2 vit bonde · h2 vit bonde · a1 vit torn · b1 vit springare · c1 vit löpare · d1 vit drottning · e1 vit kung · f1 vit löpare · g1 vit springare · h1 vit torn | a8 svart torn · b8 svart springare · c8 svart löpare · d8 svart drottning · e8 svart kung · f8 svart löpare · g8 svart springare · h8 svart torn · a7 svart bonde · b7 svart bonde · c7 svart bonde · d7 svart bonde · f7 svart bonde · g7 svart bonde · h7 svart bonde · e6 svart bonde · e4 vit bonde · a2 vit bonde · b2 vit bonde · c2 vit bonde · d2 vit bonde · f2 vit bonde · g2 vit bonde · h2 vit bonde · a1 vit torn · b1 vit springare · c1 vit löpare · d1 vit drottning · e1 vit kung · f1 vit löpare · g1 vit springare · h1 vit torn | a8 svart torn · b8 svart springare · c8 svart löpare · d8 svart drottning · e8 svart kung · f8 svart löpare · g8 svart springare · h8 svart torn · a7 svart bonde · b7 svart bonde · c7 svart bonde · d7 svart bonde · f7 svart bonde · g7 svart bonde · h7 svart bonde · e6 svart bonde · e4 vit bonde · a2 vit bonde · b2 vit bonde · c2 vit bonde · d2 vit bonde · f2 vit bonde · g2 vit bonde · h2 vit bonde · a1 vit torn · b1 vit springare · c1 vit löpare · d1 vit drottning · e1 vit kung · f1 vit löpare · g1 vit springare · h1 vit torn | a8 svart torn · b8 svart springare · c8 svart löpare · d8 svart drottning · e8 svart kung · f8 svart löpare · g8 svart springare · h8 svart torn · a7 svart bonde · b7 svart bonde · c7 svart bonde · d7 svart bonde · f7 svart bonde · g7 svart bonde · h7 svart bonde · e6 svart bonde · e4 vit bonde · a2 vit bonde · b2 vit bonde · c2 vit bonde · d2 vit bonde · f2 vit bonde · g2 vit bonde · h2 vit bonde · a1 vit torn · b1 vit springare · c1 vit löpare · d1 vit drottning · e1 vit kung · f1 vit löpare · g1 vit springare · h1 vit torn | 8 |
| 7 | a8 svart torn · b8 svart springare · c8 svart löpare · d8 svart drottning · e8 svart kung · f8 svart löpare · g8 svart springare · h8 svart torn · a7 svart bonde · b7 svart bonde · c7 svart bonde · d7 svart bonde · f7 svart bonde · g7 svart bonde · h7 svart bonde · e6 svart bonde · e4 vit bonde · a2 vit bonde · b2 vit bonde · c2 vit bonde · d2 vit bonde · f2 vit bonde · g2 vit bonde · h2 vit bonde · a1 vit torn · b1 vit springare · c1 vit löpare · d1 vit drottning · e1 vit kung · f1 vit löpare · g1 vit springare · h1 vit torn | a8 svart torn · b8 svart springare · c8 svart löpare · d8 svart drottning · e8 svart kung · f8 svart löpare · g8 svart springare · h8 svart torn · a7 svart bonde · b7 svart bonde · c7 svart bonde · d7 svart bonde · f7 svart bonde · g7 svart bonde · h7 svart bonde · e6 svart bonde · e4 vit bonde · a2 vit bonde · b2 vit bonde · c2 vit bonde · d2 vit bonde · f2 vit bonde · g2 vit bonde · h2 vit bonde · a1 vit torn · b1 vit springare · c1 vit löpare · d1 vit drottning · e1 vit kung · f1 vit löpare · g1 vit springare · h1 vit torn | a8 svart torn · b8 svart springare · c8 svart löpare · d8 svart drottning · e8 svart kung · f8 svart löpare · g8 svart springare · h8 svart torn · a7 svart bonde · b7 svart bonde · c7 svart bonde · d7 svart bonde · f7 svart bonde · g7 svart bonde · h7 svart bonde · e6 svart bonde · e4 vit bonde · a2 vit bonde · b2 vit bonde · c2 vit bonde · d2 vit bonde · f2 vit bonde · g2 vit bonde · h2 vit bonde · a1 vit torn · b1 vit springare · c1 vit löpare · d1 vit drottning · e1 vit kung · f1 vit löpare · g1 vit springare · h1 vit torn | a8 svart torn · b8 svart springare · c8 svart löpare · d8 svart drottning · e8 svart kung · f8 svart löpare · g8 svart springare · h8 svart torn · a7 svart bonde · b7 svart bonde · c7 svart bonde · d7 svart bonde · f7 svart bonde · g7 svart bonde · h7 svart bonde · e6 svart bonde · e4 vit bonde · a2 vit bonde · b2 vit bonde · c2 vit bonde · d2 vit bonde · f2 vit bonde · g2 vit bonde · h2 vit bonde · a1 vit torn · b1 vit springare · c1 vit löpare · d1 vit drottning · e1 vit kung · f1 vit löpare · g1 vit springare · h1 vit torn | a8 svart torn · b8 svart springare · c8 svart löpare · d8 svart drottning · e8 svart kung · f8 svart löpare · g8 svart springare · h8 svart torn · a7 svart bonde · b7 svart bonde · c7 svart bonde · d7 svart bonde · f7 svart bonde · g7 svart bonde · h7 svart bonde · e6 svart bonde · e4 vit bonde · a2 vit bonde · b2 vit bonde · c2 vit bonde · d2 vit bonde · f2 vit bonde · g2 vit bonde · h2 vit bonde · a1 vit torn · b1 vit springare · c1 vit löpare · d1 vit drottning · e1 vit kung · f1 vit löpare · g1 vit springare · h1 vit torn | a8 svart torn · b8 svart springare · c8 svart löpare · d8 svart drottning · e8 svart kung · f8 svart löpare · g8 svart springare · h8 svart torn · a7 svart bonde · b7 svart bonde · c7 svart bonde · d7 svart bonde · f7 svart bonde · g7 svart bonde · h7 svart bonde · e6 svart bonde · e4 vit bonde · a2 vit bonde · b2 vit bonde · c2 vit bonde · d2 vit bonde · f2 vit bonde · g2 vit bonde · h2 vit bonde · a1 vit torn · b1 vit springare · c1 vit löpare · d1 vit drottning · e1 vit kung · f1 vit löpare · g1 vit springare · h1 vit torn | a8 svart torn · b8 svart springare · c8 svart löpare · d8 svart drottning · e8 svart kung · f8 svart löpare · g8 svart springare · h8 svart torn · a7 svart bonde · b7 svart bonde · c7 svart bonde · d7 svart bonde · f7 svart bonde · g7 svart bonde · h7 svart bonde · e6 svart bonde · e4 vit bonde · a2 vit bonde · b2 vit bonde · c2 vit bonde · d2 vit bonde · f2 vit bonde · g2 vit bonde · h2 vit bonde · a1 vit torn · b1 vit springare · c1 vit löpare · d1 vit drottning · e1 vit kung · f1 vit löpare · g1 vit springare · h1 vit torn | a8 svart torn · b8 svart springare · c8 svart löpare · d8 svart drottning · e8 svart kung · f8 svart löpare · g8 svart springare · h8 svart torn · a7 svart bonde · b7 svart bonde · c7 svart bonde · d7 svart bonde · f7 svart bonde · g7 svart bonde · h7 svart bonde · e6 svart bonde · e4 vit bonde · a2 vit bonde · b2 vit bonde · c2 vit bonde · d2 vit bonde · f2 vit bonde · g2 vit bonde · h2 vit bonde · a1 vit torn · b1 vit springare · c1 vit löpare · d1 vit drottning · e1 vit kung · f1 vit löpare · g1 vit springare · h1 vit torn | 7 |
| 6 | a8 svart torn · b8 svart springare · c8 svart löpare · d8 svart drottning · e8 svart kung · f8 svart löpare · g8 svart springare · h8 svart torn · a7 svart bonde · b7 svart bonde · c7 svart bonde · d7 svart bonde · f7 svart bonde · g7 svart bonde · h7 svart bonde · e6 svart bonde · e4 vit bonde · a2 vit bonde · b2 vit bonde · c2 vit bonde · d2 vit bonde · f2 vit bonde · g2 vit bonde · h2 vit bonde · a1 vit torn · b1 vit springare · c1 vit löpare · d1 vit drottning · e1 vit kung · f1 vit löpare · g1 vit springare · h1 vit torn | a8 svart torn · b8 svart springare · c8 svart löpare · d8 svart drottning · e8 svart kung · f8 svart löpare · g8 svart springare · h8 svart torn · a7 svart bonde · b7 svart bonde · c7 svart bonde · d7 svart bonde · f7 svart bonde · g7 svart bonde · h7 svart bonde · e6 svart bonde · e4 vit bonde · a2 vit bonde · b2 vit bonde · c2 vit bonde · d2 vit bonde · f2 vit bonde · g2 vit bonde · h2 vit bonde · a1 vit torn · b1 vit springare · c1 vit löpare · d1 vit drottning · e1 vit kung · f1 vit löpare · g1 vit springare · h1 vit torn | a8 svart torn · b8 svart springare · c8 svart löpare · d8 svart drottning · e8 svart kung · f8 svart löpare · g8 svart springare · h8 svart torn · a7 svart bonde · b7 svart bonde · c7 svart bonde · d7 svart bonde · f7 svart bonde · g7 svart bonde · h7 svart bonde · e6 svart bonde · e4 vit bonde · a2 vit bonde · b2 vit bonde · c2 vit bonde · d2 vit bonde · f2 vit bonde · g2 vit bonde · h2 vit bonde · a1 vit torn · b1 vit springare · c1 vit löpare · d1 vit drottning · e1 vit kung · f1 vit löpare · g1 vit springare · h1 vit torn | a8 svart torn · b8 svart springare · c8 svart löpare · d8 svart drottning · e8 svart kung · f8 svart löpare · g8 svart springare · h8 svart torn · a7 svart bonde · b7 svart bonde · c7 svart bonde · d7 svart bonde · f7 svart bonde · g7 svart bonde · h7 svart bonde · e6 svart bonde · e4 vit bonde · a2 vit bonde · b2 vit bonde · c2 vit bonde · d2 vit bonde · f2 vit bonde · g2 vit bonde · h2 vit bonde · a1 vit torn · b1 vit springare · c1 vit löpare · d1 vit drottning · e1 vit kung · f1 vit löpare · g1 vit springare · h1 vit torn | a8 svart torn · b8 svart springare · c8 svart löpare · d8 svart drottning · e8 svart kung · f8 svart löpare · g8 svart springare · h8 svart torn · a7 svart bonde · b7 svart bonde · c7 svart bonde · d7 svart bonde · f7 svart bonde · g7 svart bonde · h7 svart bonde · e6 svart bonde · e4 vit bonde · a2 vit bonde · b2 vit bonde · c2 vit bonde · d2 vit bonde · f2 vit bonde · g2 vit bonde · h2 vit bonde · a1 vit torn · b1 vit springare · c1 vit löpare · d1 vit drottning · e1 vit kung · f1 vit löpare · g1 vit springare · h1 vit torn | a8 svart torn · b8 svart springare · c8 svart löpare · d8 svart drottning · e8 svart kung · f8 svart löpare · g8 svart springare · h8 svart torn · a7 svart bonde · b7 svart bonde · c7 svart bonde · d7 svart bonde · f7 svart bonde · g7 svart bonde · h7 svart bonde · e6 svart bonde · e4 vit bonde · a2 vit bonde · b2 vit bonde · c2 vit bonde · d2 vit bonde · f2 vit bonde · g2 vit bonde · h2 vit bonde · a1 vit torn · b1 vit springare · c1 vit löpare · d1 vit drottning · e1 vit kung · f1 vit löpare · g1 vit springare · h1 vit torn | a8 svart torn · b8 svart springare · c8 svart löpare · d8 svart drottning · e8 svart kung · f8 svart löpare · g8 svart springare · h8 svart torn · a7 svart bonde · b7 svart bonde · c7 svart bonde · d7 svart bonde · f7 svart bonde · g7 svart bonde · h7 svart bonde · e6 svart bonde · e4 vit bonde · a2 vit bonde · b2 vit bonde · c2 vit bonde · d2 vit bonde · f2 vit bonde · g2 vit bonde · h2 vit bonde · a1 vit torn · b1 vit springare · c1 vit löpare · d1 vit drottning · e1 vit kung · f1 vit löpare · g1 vit springare · h1 vit torn | a8 svart torn · b8 svart springare · c8 svart löpare · d8 svart drottning · e8 svart kung · f8 svart löpare · g8 svart springare · h8 svart torn · a7 svart bonde · b7 svart bonde · c7 svart bonde · d7 svart bonde · f7 svart bonde · g7 svart bonde · h7 svart bonde · e6 svart bonde · e4 vit bonde · a2 vit bonde · b2 vit bonde · c2 vit bonde · d2 vit bonde · f2 vit bonde · g2 vit bonde · h2 vit bonde · a1 vit torn · b1 vit springare · c1 vit löpare · d1 vit drottning · e1 vit kung · f1 vit löpare · g1 vit springare · h1 vit torn | 6 |
| 5 | a8 svart torn · b8 svart springare · c8 svart löpare · d8 svart drottning · e8 svart kung · f8 svart löpare · g8 svart springare · h8 svart torn · a7 svart bonde · b7 svart bonde · c7 svart bonde · d7 svart bonde · f7 svart bonde · g7 svart bonde · h7 svart bonde · e6 svart bonde · e4 vit bonde · a2 vit bonde · b2 vit bonde · c2 vit bonde · d2 vit bonde · f2 vit bonde · g2 vit bonde · h2 vit bonde · a1 vit torn · b1 vit springare · c1 vit löpare · d1 vit drottning · e1 vit kung · f1 vit löpare · g1 vit springare · h1 vit torn | a8 svart torn · b8 svart springare · c8 svart löpare · d8 svart drottning · e8 svart kung · f8 svart löpare · g8 svart springare · h8 svart torn · a7 svart bonde · b7 svart bonde · c7 svart bonde · d7 svart bonde · f7 svart bonde · g7 svart bonde · h7 svart bonde · e6 svart bonde · e4 vit bonde · a2 vit bonde · b2 vit bonde · c2 vit bonde · d2 vit bonde · f2 vit bonde · g2 vit bonde · h2 vit bonde · a1 vit torn · b1 vit springare · c1 vit löpare · d1 vit drottning · e1 vit kung · f1 vit löpare · g1 vit springare · h1 vit torn | a8 svart torn · b8 svart springare · c8 svart löpare · d8 svart drottning · e8 svart kung · f8 svart löpare · g8 svart springare · h8 svart torn · a7 svart bonde · b7 svart bonde · c7 svart bonde · d7 svart bonde · f7 svart bonde · g7 svart bonde · h7 svart bonde · e6 svart bonde · e4 vit bonde · a2 vit bonde · b2 vit bonde · c2 vit bonde · d2 vit bonde · f2 vit bonde · g2 vit bonde · h2 vit bonde · a1 vit torn · b1 vit springare · c1 vit löpare · d1 vit drottning · e1 vit kung · f1 vit löpare · g1 vit springare · h1 vit torn | a8 svart torn · b8 svart springare · c8 svart löpare · d8 svart drottning · e8 svart kung · f8 svart löpare · g8 svart springare · h8 svart torn · a7 svart bonde · b7 svart bonde · c7 svart bonde · d7 svart bonde · f7 svart bonde · g7 svart bonde · h7 svart bonde · e6 svart bonde · e4 vit bonde · a2 vit bonde · b2 vit bonde · c2 vit bonde · d2 vit bonde · f2 vit bonde · g2 vit bonde · h2 vit bonde · a1 vit torn · b1 vit springare · c1 vit löpare · d1 vit drottning · e1 vit kung · f1 vit löpare · g1 vit springare · h1 vit torn | a8 svart torn · b8 svart springare · c8 svart löpare · d8 svart drottning · e8 svart kung · f8 svart löpare · g8 svart springare · h8 svart torn · a7 svart bonde · b7 svart bonde · c7 svart bonde · d7 svart bonde · f7 svart bonde · g7 svart bonde · h7 svart bonde · e6 svart bonde · e4 vit bonde · a2 vit bonde · b2 vit bonde · c2 vit bonde · d2 vit bonde · f2 vit bonde · g2 vit bonde · h2 vit bonde · a1 vit torn · b1 vit springare · c1 vit löpare · d1 vit drottning · e1 vit kung · f1 vit löpare · g1 vit springare · h1 vit torn | a8 svart torn · b8 svart springare · c8 svart löpare · d8 svart drottning · e8 svart kung · f8 svart löpare · g8 svart springare · h8 svart torn · a7 svart bonde · b7 svart bonde · c7 svart bonde · d7 svart bonde · f7 svart bonde · g7 svart bonde · h7 svart bonde · e6 svart bonde · e4 vit bonde · a2 vit bonde · b2 vit bonde · c2 vit bonde · d2 vit bonde · f2 vit bonde · g2 vit bonde · h2 vit bonde · a1 vit torn · b1 vit springare · c1 vit löpare · d1 vit drottning · e1 vit kung · f1 vit löpare · g1 vit springare · h1 vit torn | a8 svart torn · b8 svart springare · c8 svart löpare · d8 svart drottning · e8 svart kung · f8 svart löpare · g8 svart springare · h8 svart torn · a7 svart bonde · b7 svart bonde · c7 svart bonde · d7 svart bonde · f7 svart bonde · g7 svart bonde · h7 svart bonde · e6 svart bonde · e4 vit bonde · a2 vit bonde · b2 vit bonde · c2 vit bonde · d2 vit bonde · f2 vit bonde · g2 vit bonde · h2 vit bonde · a1 vit torn · b1 vit springare · c1 vit löpare · d1 vit drottning · e1 vit kung · f1 vit löpare · g1 vit springare · h1 vit torn | a8 svart torn · b8 svart springare · c8 svart löpare · d8 svart drottning · e8 svart kung · f8 svart löpare · g8 svart springare · h8 svart torn · a7 svart bonde · b7 svart bonde · c7 svart bonde · d7 svart bonde · f7 svart bonde · g7 svart bonde · h7 svart bonde · e6 svart bonde · e4 vit bonde · a2 vit bonde · b2 vit bonde · c2 vit bonde · d2 vit bonde · f2 vit bonde · g2 vit bonde · h2 vit bonde · a1 vit torn · b1 vit springare · c1 vit löpare · d1 vit drottning · e1 vit kung · f1 vit löpare · g1 vit springare · h1 vit torn | 5 |
| 4 | a8 svart torn · b8 svart springare · c8 svart löpare · d8 svart drottning · e8 svart kung · f8 svart löpare · g8 svart springare · h8 svart torn · a7 svart bonde · b7 svart bonde · c7 svart bonde · d7 svart bonde · f7 svart bonde · g7 svart bonde · h7 svart bonde · e6 svart bonde · e4 vit bonde · a2 vit bonde · b2 vit bonde · c2 vit bonde · d2 vit bonde · f2 vit bonde · g2 vit bonde · h2 vit bonde · a1 vit torn · b1 vit springare · c1 vit löpare · d1 vit drottning · e1 vit kung · f1 vit löpare · g1 vit springare · h1 vit torn | a8 svart torn · b8 svart springare · c8 svart löpare · d8 svart drottning · e8 svart kung · f8 svart löpare · g8 svart springare · h8 svart torn · a7 svart bonde · b7 svart bonde · c7 svart bonde · d7 svart bonde · f7 svart bonde · g7 svart bonde · h7 svart bonde · e6 svart bonde · e4 vit bonde · a2 vit bonde · b2 vit bonde · c2 vit bonde · d2 vit bonde · f2 vit bonde · g2 vit bonde · h2 vit bonde · a1 vit torn · b1 vit springare · c1 vit löpare · d1 vit drottning · e1 vit kung · f1 vit löpare · g1 vit springare · h1 vit torn | a8 svart torn · b8 svart springare · c8 svart löpare · d8 svart drottning · e8 svart kung · f8 svart löpare · g8 svart springare · h8 svart torn · a7 svart bonde · b7 svart bonde · c7 svart bonde · d7 svart bonde · f7 svart bonde · g7 svart bonde · h7 svart bonde · e6 svart bonde · e4 vit bonde · a2 vit bonde · b2 vit bonde · c2 vit bonde · d2 vit bonde · f2 vit bonde · g2 vit bonde · h2 vit bonde · a1 vit torn · b1 vit springare · c1 vit löpare · d1 vit drottning · e1 vit kung · f1 vit löpare · g1 vit springare · h1 vit torn | a8 svart torn · b8 svart springare · c8 svart löpare · d8 svart drottning · e8 svart kung · f8 svart löpare · g8 svart springare · h8 svart torn · a7 svart bonde · b7 svart bonde · c7 svart bonde · d7 svart bonde · f7 svart bonde · g7 svart bonde · h7 svart bonde · e6 svart bonde · e4 vit bonde · a2 vit bonde · b2 vit bonde · c2 vit bonde · d2 vit bonde · f2 vit bonde · g2 vit bonde · h2 vit bonde · a1 vit torn · b1 vit springare · c1 vit löpare · d1 vit drottning · e1 vit kung · f1 vit löpare · g1 vit springare · h1 vit torn | a8 svart torn · b8 svart springare · c8 svart löpare · d8 svart drottning · e8 svart kung · f8 svart löpare · g8 svart springare · h8 svart torn · a7 svart bonde · b7 svart bonde · c7 svart bonde · d7 svart bonde · f7 svart bonde · g7 svart bonde · h7 svart bonde · e6 svart bonde · e4 vit bonde · a2 vit bonde · b2 vit bonde · c2 vit bonde · d2 vit bonde · f2 vit bonde · g2 vit bonde · h2 vit bonde · a1 vit torn · b1 vit springare · c1 vit löpare · d1 vit drottning · e1 vit kung · f1 vit löpare · g1 vit springare · h1 vit torn | a8 svart torn · b8 svart springare · c8 svart löpare · d8 svart drottning · e8 svart kung · f8 svart löpare · g8 svart springare · h8 svart torn · a7 svart bonde · b7 svart bonde · c7 svart bonde · d7 svart bonde · f7 svart bonde · g7 svart bonde · h7 svart bonde · e6 svart bonde · e4 vit bonde · a2 vit bonde · b2 vit bonde · c2 vit bonde · d2 vit bonde · f2 vit bonde · g2 vit bonde · h2 vit bonde · a1 vit torn · b1 vit springare · c1 vit löpare · d1 vit drottning · e1 vit kung · f1 vit löpare · g1 vit springare · h1 vit torn | a8 svart torn · b8 svart springare · c8 svart löpare · d8 svart drottning · e8 svart kung · f8 svart löpare · g8 svart springare · h8 svart torn · a7 svart bonde · b7 svart bonde · c7 svart bonde · d7 svart bonde · f7 svart bonde · g7 svart bonde · h7 svart bonde · e6 svart bonde · e4 vit bonde · a2 vit bonde · b2 vit bonde · c2 vit bonde · d2 vit bonde · f2 vit bonde · g2 vit bonde · h2 vit bonde · a1 vit torn · b1 vit springare · c1 vit löpare · d1 vit drottning · e1 vit kung · f1 vit löpare · g1 vit springare · h1 vit torn | a8 svart torn · b8 svart springare · c8 svart löpare · d8 svart drottning · e8 svart kung · f8 svart löpare · g8 svart springare · h8 svart torn · a7 svart bonde · b7 svart bonde · c7 svart bonde · d7 svart bonde · f7 svart bonde · g7 svart bonde · h7 svart bonde · e6 svart bonde · e4 vit bonde · a2 vit bonde · b2 vit bonde · c2 vit bonde · d2 vit bonde · f2 vit bonde · g2 vit bonde · h2 vit bonde · a1 vit torn · b1 vit springare · c1 vit löpare · d1 vit drottning · e1 vit kung · f1 vit löpare · g1 vit springare · h1 vit torn | 4 |
| 3 | a8 svart torn · b8 svart springare · c8 svart löpare · d8 svart drottning · e8 svart kung · f8 svart löpare · g8 svart springare · h8 svart torn · a7 svart bonde · b7 svart bonde · c7 svart bonde · d7 svart bonde · f7 svart bonde · g7 svart bonde · h7 svart bonde · e6 svart bonde · e4 vit bonde · a2 vit bonde · b2 vit bonde · c2 vit bonde · d2 vit bonde · f2 vit bonde · g2 vit bonde · h2 vit bonde · a1 vit torn · b1 vit springare · c1 vit löpare · d1 vit drottning · e1 vit kung · f1 vit löpare · g1 vit springare · h1 vit torn | a8 svart torn · b8 svart springare · c8 svart löpare · d8 svart drottning · e8 svart kung · f8 svart löpare · g8 svart springare · h8 svart torn · a7 svart bonde · b7 svart bonde · c7 svart bonde · d7 svart bonde · f7 svart bonde · g7 svart bonde · h7 svart bonde · e6 svart bonde · e4 vit bonde · a2 vit bonde · b2 vit bonde · c2 vit bonde · d2 vit bonde · f2 vit bonde · g2 vit bonde · h2 vit bonde · a1 vit torn · b1 vit springare · c1 vit löpare · d1 vit drottning · e1 vit kung · f1 vit löpare · g1 vit springare · h1 vit torn | a8 svart torn · b8 svart springare · c8 svart löpare · d8 svart drottning · e8 svart kung · f8 svart löpare · g8 svart springare · h8 svart torn · a7 svart bonde · b7 svart bonde · c7 svart bonde · d7 svart bonde · f7 svart bonde · g7 svart bonde · h7 svart bonde · e6 svart bonde · e4 vit bonde · a2 vit bonde · b2 vit bonde · c2 vit bonde · d2 vit bonde · f2 vit bonde · g2 vit bonde · h2 vit bonde · a1 vit torn · b1 vit springare · c1 vit löpare · d1 vit drottning · e1 vit kung · f1 vit löpare · g1 vit springare · h1 vit torn | a8 svart torn · b8 svart springare · c8 svart löpare · d8 svart drottning · e8 svart kung · f8 svart löpare · g8 svart springare · h8 svart torn · a7 svart bonde · b7 svart bonde · c7 svart bonde · d7 svart bonde · f7 svart bonde · g7 svart bonde · h7 svart bonde · e6 svart bonde · e4 vit bonde · a2 vit bonde · b2 vit bonde · c2 vit bonde · d2 vit bonde · f2 vit bonde · g2 vit bonde · h2 vit bonde · a1 vit torn · b1 vit springare · c1 vit löpare · d1 vit drottning · e1 vit kung · f1 vit löpare · g1 vit springare · h1 vit torn | a8 svart torn · b8 svart springare · c8 svart löpare · d8 svart drottning · e8 svart kung · f8 svart löpare · g8 svart springare · h8 svart torn · a7 svart bonde · b7 svart bonde · c7 svart bonde · d7 svart bonde · f7 svart bonde · g7 svart bonde · h7 svart bonde · e6 svart bonde · e4 vit bonde · a2 vit bonde · b2 vit bonde · c2 vit bonde · d2 vit bonde · f2 vit bonde · g2 vit bonde · h2 vit bonde · a1 vit torn · b1 vit springare · c1 vit löpare · d1 vit drottning · e1 vit kung · f1 vit löpare · g1 vit springare · h1 vit torn | a8 svart torn · b8 svart springare · c8 svart löpare · d8 svart drottning · e8 svart kung · f8 svart löpare · g8 svart springare · h8 svart torn · a7 svart bonde · b7 svart bonde · c7 svart bonde · d7 svart bonde · f7 svart bonde · g7 svart bonde · h7 svart bonde · e6 svart bonde · e4 vit bonde · a2 vit bonde · b2 vit bonde · c2 vit bonde · d2 vit bonde · f2 vit bonde · g2 vit bonde · h2 vit bonde · a1 vit torn · b1 vit springare · c1 vit löpare · d1 vit drottning · e1 vit kung · f1 vit löpare · g1 vit springare · h1 vit torn | a8 svart torn · b8 svart springare · c8 svart löpare · d8 svart drottning · e8 svart kung · f8 svart löpare · g8 svart springare · h8 svart torn · a7 svart bonde · b7 svart bonde · c7 svart bonde · d7 svart bonde · f7 svart bonde · g7 svart bonde · h7 svart bonde · e6 svart bonde · e4 vit bonde · a2 vit bonde · b2 vit bonde · c2 vit bonde · d2 vit bonde · f2 vit bonde · g2 vit bonde · h2 vit bonde · a1 vit torn · b1 vit springare · c1 vit löpare · d1 vit drottning · e1 vit kung · f1 vit löpare · g1 vit springare · h1 vit torn | a8 svart torn · b8 svart springare · c8 svart löpare · d8 svart drottning · e8 svart kung · f8 svart löpare · g8 svart springare · h8 svart torn · a7 svart bonde · b7 svart bonde · c7 svart bonde · d7 svart bonde · f7 svart bonde · g7 svart bonde · h7 svart bonde · e6 svart bonde · e4 vit bonde · a2 vit bonde · b2 vit bonde · c2 vit bonde · d2 vit bonde · f2 vit bonde · g2 vit bonde · h2 vit bonde · a1 vit torn · b1 vit springare · c1 vit löpare · d1 vit drottning · e1 vit kung · f1 vit löpare · g1 vit springare · h1 vit torn | 3 |
| 2 | a8 svart torn · b8 svart springare · c8 svart löpare · d8 svart drottning · e8 svart kung · f8 svart löpare · g8 svart springare · h8 svart torn · a7 svart bonde · b7 svart bonde · c7 svart bonde · d7 svart bonde · f7 svart bonde · g7 svart bonde · h7 svart bonde · e6 svart bonde · e4 vit bonde · a2 vit bonde · b2 vit bonde · c2 vit bonde · d2 vit bonde · f2 vit bonde · g2 vit bonde · h2 vit bonde · a1 vit torn · b1 vit springare · c1 vit löpare · d1 vit drottning · e1 vit kung · f1 vit löpare · g1 vit springare · h1 vit torn | a8 svart torn · b8 svart springare · c8 svart löpare · d8 svart drottning · e8 svart kung · f8 svart löpare · g8 svart springare · h8 svart torn · a7 svart bonde · b7 svart bonde · c7 svart bonde · d7 svart bonde · f7 svart bonde · g7 svart bonde · h7 svart bonde · e6 svart bonde · e4 vit bonde · a2 vit bonde · b2 vit bonde · c2 vit bonde · d2 vit bonde · f2 vit bonde · g2 vit bonde · h2 vit bonde · a1 vit torn · b1 vit springare · c1 vit löpare · d1 vit drottning · e1 vit kung · f1 vit löpare · g1 vit springare · h1 vit torn | a8 svart torn · b8 svart springare · c8 svart löpare · d8 svart drottning · e8 svart kung · f8 svart löpare · g8 svart springare · h8 svart torn · a7 svart bonde · b7 svart bonde · c7 svart bonde · d7 svart bonde · f7 svart bonde · g7 svart bonde · h7 svart bonde · e6 svart bonde · e4 vit bonde · a2 vit bonde · b2 vit bonde · c2 vit bonde · d2 vit bonde · f2 vit bonde · g2 vit bonde · h2 vit bonde · a1 vit torn · b1 vit springare · c1 vit löpare · d1 vit drottning · e1 vit kung · f1 vit löpare · g1 vit springare · h1 vit torn | a8 svart torn · b8 svart springare · c8 svart löpare · d8 svart drottning · e8 svart kung · f8 svart löpare · g8 svart springare · h8 svart torn · a7 svart bonde · b7 svart bonde · c7 svart bonde · d7 svart bonde · f7 svart bonde · g7 svart bonde · h7 svart bonde · e6 svart bonde · e4 vit bonde · a2 vit bonde · b2 vit bonde · c2 vit bonde · d2 vit bonde · f2 vit bonde · g2 vit bonde · h2 vit bonde · a1 vit torn · b1 vit springare · c1 vit löpare · d1 vit drottning · e1 vit kung · f1 vit löpare · g1 vit springare · h1 vit torn | a8 svart torn · b8 svart springare · c8 svart löpare · d8 svart drottning · e8 svart kung · f8 svart löpare · g8 svart springare · h8 svart torn · a7 svart bonde · b7 svart bonde · c7 svart bonde · d7 svart bonde · f7 svart bonde · g7 svart bonde · h7 svart bonde · e6 svart bonde · e4 vit bonde · a2 vit bonde · b2 vit bonde · c2 vit bonde · d2 vit bonde · f2 vit bonde · g2 vit bonde · h2 vit bonde · a1 vit torn · b1 vit springare · c1 vit löpare · d1 vit drottning · e1 vit kung · f1 vit löpare · g1 vit springare · h1 vit torn | a8 svart torn · b8 svart springare · c8 svart löpare · d8 svart drottning · e8 svart kung · f8 svart löpare · g8 svart springare · h8 svart torn · a7 svart bonde · b7 svart bonde · c7 svart bonde · d7 svart bonde · f7 svart bonde · g7 svart bonde · h7 svart bonde · e6 svart bonde · e4 vit bonde · a2 vit bonde · b2 vit bonde · c2 vit bonde · d2 vit bonde · f2 vit bonde · g2 vit bonde · h2 vit bonde · a1 vit torn · b1 vit springare · c1 vit löpare · d1 vit drottning · e1 vit kung · f1 vit löpare · g1 vit springare · h1 vit torn | a8 svart torn · b8 svart springare · c8 svart löpare · d8 svart drottning · e8 svart kung · f8 svart löpare · g8 svart springare · h8 svart torn · a7 svart bonde · b7 svart bonde · c7 svart bonde · d7 svart bonde · f7 svart bonde · g7 svart bonde · h7 svart bonde · e6 svart bonde · e4 vit bonde · a2 vit bonde · b2 vit bonde · c2 vit bonde · d2 vit bonde · f2 vit bonde · g2 vit bonde · h2 vit bonde · a1 vit torn · b1 vit springare · c1 vit löpare · d1 vit drottning · e1 vit kung · f1 vit löpare · g1 vit springare · h1 vit torn | a8 svart torn · b8 svart springare · c8 svart löpare · d8 svart drottning · e8 svart kung · f8 svart löpare · g8 svart springare · h8 svart torn · a7 svart bonde · b7 svart bonde · c7 svart bonde · d7 svart bonde · f7 svart bonde · g7 svart bonde · h7 svart bonde · e6 svart bonde · e4 vit bonde · a2 vit bonde · b2 vit bonde · c2 vit bonde · d2 vit bonde · f2 vit bonde · g2 vit bonde · h2 vit bonde · a1 vit torn · b1 vit springare · c1 vit löpare · d1 vit drottning · e1 vit kung · f1 vit löpare · g1 vit springare · h1 vit torn | 2 |
| 1 | a8 svart torn · b8 svart springare · c8 svart löpare · d8 svart drottning · e8 svart kung · f8 svart löpare · g8 svart springare · h8 svart torn · a7 svart bonde · b7 svart bonde · c7 svart bonde · d7 svart bonde · f7 svart bonde · g7 svart bonde · h7 svart bonde · e6 svart bonde · e4 vit bonde · a2 vit bonde · b2 vit bonde · c2 vit bonde · d2 vit bonde · f2 vit bonde · g2 vit bonde · h2 vit bonde · a1 vit torn · b1 vit springare · c1 vit löpare · d1 vit drottning · e1 vit kung · f1 vit löpare · g1 vit springare · h1 vit torn | a8 svart torn · b8 svart springare · c8 svart löpare · d8 svart drottning · e8 svart kung · f8 svart löpare · g8 svart springare · h8 svart torn · a7 svart bonde · b7 svart bonde · c7 svart bonde · d7 svart bonde · f7 svart bonde · g7 svart bonde · h7 svart bonde · e6 svart bonde · e4 vit bonde · a2 vit bonde · b2 vit bonde · c2 vit bonde · d2 vit bonde · f2 vit bonde · g2 vit bonde · h2 vit bonde · a1 vit torn · b1 vit springare · c1 vit löpare · d1 vit drottning · e1 vit kung · f1 vit löpare · g1 vit springare · h1 vit torn | a8 svart torn · b8 svart springare · c8 svart löpare · d8 svart drottning · e8 svart kung · f8 svart löpare · g8 svart springare · h8 svart torn · a7 svart bonde · b7 svart bonde · c7 svart bonde · d7 svart bonde · f7 svart bonde · g7 svart bonde · h7 svart bonde · e6 svart bonde · e4 vit bonde · a2 vit bonde · b2 vit bonde · c2 vit bonde · d2 vit bonde · f2 vit bonde · g2 vit bonde · h2 vit bonde · a1 vit torn · b1 vit springare · c1 vit löpare · d1 vit drottning · e1 vit kung · f1 vit löpare · g1 vit springare · h1 vit torn | a8 svart torn · b8 svart springare · c8 svart löpare · d8 svart drottning · e8 svart kung · f8 svart löpare · g8 svart springare · h8 svart torn · a7 svart bonde · b7 svart bonde · c7 svart bonde · d7 svart bonde · f7 svart bonde · g7 svart bonde · h7 svart bonde · e6 svart bonde · e4 vit bonde · a2 vit bonde · b2 vit bonde · c2 vit bonde · d2 vit bonde · f2 vit bonde · g2 vit bonde · h2 vit bonde · a1 vit torn · b1 vit springare · c1 vit löpare · d1 vit drottning · e1 vit kung · f1 vit löpare · g1 vit springare · h1 vit torn | a8 svart torn · b8 svart springare · c8 svart löpare · d8 svart drottning · e8 svart kung · f8 svart löpare · g8 svart springare · h8 svart torn · a7 svart bonde · b7 svart bonde · c7 svart bonde · d7 svart bonde · f7 svart bonde · g7 svart bonde · h7 svart bonde · e6 svart bonde · e4 vit bonde · a2 vit bonde · b2 vit bonde · c2 vit bonde · d2 vit bonde · f2 vit bonde · g2 vit bonde · h2 vit bonde · a1 vit torn · b1 vit springare · c1 vit löpare · d1 vit drottning · e1 vit kung · f1 vit löpare · g1 vit springare · h1 vit torn | a8 svart torn · b8 svart springare · c8 svart löpare · d8 svart drottning · e8 svart kung · f8 svart löpare · g8 svart springare · h8 svart torn · a7 svart bonde · b7 svart bonde · c7 svart bonde · d7 svart bonde · f7 svart bonde · g7 svart bonde · h7 svart bonde · e6 svart bonde · e4 vit bonde · a2 vit bonde · b2 vit bonde · c2 vit bonde · d2 vit bonde · f2 vit bonde · g2 vit bonde · h2 vit bonde · a1 vit torn · b1 vit springare · c1 vit löpare · d1 vit drottning · e1 vit kung · f1 vit löpare · g1 vit springare · h1 vit torn | a8 svart torn · b8 svart springare · c8 svart löpare · d8 svart drottning · e8 svart kung · f8 svart löpare · g8 svart springare · h8 svart torn · a7 svart bonde · b7 svart bonde · c7 svart bonde · d7 svart bonde · f7 svart bonde · g7 svart bonde · h7 svart bonde · e6 svart bonde · e4 vit bonde · a2 vit bonde · b2 vit bonde · c2 vit bonde · d2 vit bonde · f2 vit bonde · g2 vit bonde · h2 vit bonde · a1 vit torn · b1 vit springare · c1 vit löpare · d1 vit drottning · e1 vit kung · f1 vit löpare · g1 vit springare · h1 vit torn | a8 svart torn · b8 svart springare · c8 svart löpare · d8 svart drottning · e8 svart kung · f8 svart löpare · g8 svart springare · h8 svart torn · a7 svart bonde · b7 svart bonde · c7 svart bonde · d7 svart bonde · f7 svart bonde · g7 svart bonde · h7 svart bonde · e6 svart bonde · e4 vit bonde · a2 vit bonde · b2 vit bonde · c2 vit bonde · d2 vit bonde · f2 vit bonde · g2 vit bonde · h2 vit bonde · a1 vit torn · b1 vit springare · c1 vit löpare · d1 vit drottning · e1 vit kung · f1 vit löpare · g1 vit springare · h1 vit torn | 1 |
|   | a | b | c | d | e | f | g | h |   |

C00 Franskt parti
1.e4 e6
C01 Franskt, avbytesvarianten
1.e4 e6 2.d4 d5 3.exd5 exd5 4.Sc3 Sf6 5.Lg5
C02 Franskt, framskjutningsvarianten
1.e4 e6 2.d4 d5 3.e5
C03 Franskt, Tarraschvarianten
1.e4 e6 2.d4 d5 3.Sd2
C04 Franskt, Tarrasch, Guimardvarianten
1.e4 e6 2.d4 d5 3.Sd2 Sc6 4.Sgf3 Sf6
C05 Franskt, Tarrasch
1.e4 e6 2.d4 d5 3.Sd2 Sf6
C06 Franskt, Tarrasch
1.e4 e6 2.d4 d5 3.Sd2 Sf6 4.e5 Sfd7 5.Ld3 c5 6.c3 Sc6 7.Se2 cxd4 8.cxd4
C07 Franskt, Tarrasch
1.e4 e6 2.d4 d5 3.Sd2 c5
C08 Franskt, Tarrasch, öppna varianten, 4.exd5 exd5
1.e4 e6 2.d4 d5 3.Sd2 c5 4.exd5 exd5
C09 Franskt, Tarrasch, öppna varianten, huvudvarianten
1.e4 e6 2.d4 d5 3.Sd2 c5 4.exd5 exd5 5.Sgf3 Sc6
|   | a | b | c | d | e | f | g | h |   |
| 8 | a8 svart torn · b8 svart springare · c8 svart löpare · d8 svart drottning · e8 svart kung · f8 svart löpare · g8 svart springare · h8 svart torn · a7 svart bonde · b7 svart bonde · c7 svart bonde · f7 svart bonde · g7 svart bonde · h7 svart bonde · e6 svart bonde · d5 svart bonde · d4 vit bonde · e4 vit bonde · c3 vit springare · a2 vit bonde · b2 vit bonde · c2 vit bonde · f2 vit bonde · g2 vit bonde · h2 vit bonde · a1 vit torn · c1 vit löpare · d1 vit drottning · e1 vit kung · f1 vit löpare · g1 vit springare · h1 vit torn | a8 svart torn · b8 svart springare · c8 svart löpare · d8 svart drottning · e8 svart kung · f8 svart löpare · g8 svart springare · h8 svart torn · a7 svart bonde · b7 svart bonde · c7 svart bonde · f7 svart bonde · g7 svart bonde · h7 svart bonde · e6 svart bonde · d5 svart bonde · d4 vit bonde · e4 vit bonde · c3 vit springare · a2 vit bonde · b2 vit bonde · c2 vit bonde · f2 vit bonde · g2 vit bonde · h2 vit bonde · a1 vit torn · c1 vit löpare · d1 vit drottning · e1 vit kung · f1 vit löpare · g1 vit springare · h1 vit torn | a8 svart torn · b8 svart springare · c8 svart löpare · d8 svart drottning · e8 svart kung · f8 svart löpare · g8 svart springare · h8 svart torn · a7 svart bonde · b7 svart bonde · c7 svart bonde · f7 svart bonde · g7 svart bonde · h7 svart bonde · e6 svart bonde · d5 svart bonde · d4 vit bonde · e4 vit bonde · c3 vit springare · a2 vit bonde · b2 vit bonde · c2 vit bonde · f2 vit bonde · g2 vit bonde · h2 vit bonde · a1 vit torn · c1 vit löpare · d1 vit drottning · e1 vit kung · f1 vit löpare · g1 vit springare · h1 vit torn | a8 svart torn · b8 svart springare · c8 svart löpare · d8 svart drottning · e8 svart kung · f8 svart löpare · g8 svart springare · h8 svart torn · a7 svart bonde · b7 svart bonde · c7 svart bonde · f7 svart bonde · g7 svart bonde · h7 svart bonde · e6 svart bonde · d5 svart bonde · d4 vit bonde · e4 vit bonde · c3 vit springare · a2 vit bonde · b2 vit bonde · c2 vit bonde · f2 vit bonde · g2 vit bonde · h2 vit bonde · a1 vit torn · c1 vit löpare · d1 vit drottning · e1 vit kung · f1 vit löpare · g1 vit springare · h1 vit torn | a8 svart torn · b8 svart springare · c8 svart löpare · d8 svart drottning · e8 svart kung · f8 svart löpare · g8 svart springare · h8 svart torn · a7 svart bonde · b7 svart bonde · c7 svart bonde · f7 svart bonde · g7 svart bonde · h7 svart bonde · e6 svart bonde · d5 svart bonde · d4 vit bonde · e4 vit bonde · c3 vit springare · a2 vit bonde · b2 vit bonde · c2 vit bonde · f2 vit bonde · g2 vit bonde · h2 vit bonde · a1 vit torn · c1 vit löpare · d1 vit drottning · e1 vit kung · f1 vit löpare · g1 vit springare · h1 vit torn | a8 svart torn · b8 svart springare · c8 svart löpare · d8 svart drottning · e8 svart kung · f8 svart löpare · g8 svart springare · h8 svart torn · a7 svart bonde · b7 svart bonde · c7 svart bonde · f7 svart bonde · g7 svart bonde · h7 svart bonde · e6 svart bonde · d5 svart bonde · d4 vit bonde · e4 vit bonde · c3 vit springare · a2 vit bonde · b2 vit bonde · c2 vit bonde · f2 vit bonde · g2 vit bonde · h2 vit bonde · a1 vit torn · c1 vit löpare · d1 vit drottning · e1 vit kung · f1 vit löpare · g1 vit springare · h1 vit torn | a8 svart torn · b8 svart springare · c8 svart löpare · d8 svart drottning · e8 svart kung · f8 svart löpare · g8 svart springare · h8 svart torn · a7 svart bonde · b7 svart bonde · c7 svart bonde · f7 svart bonde · g7 svart bonde · h7 svart bonde · e6 svart bonde · d5 svart bonde · d4 vit bonde · e4 vit bonde · c3 vit springare · a2 vit bonde · b2 vit bonde · c2 vit bonde · f2 vit bonde · g2 vit bonde · h2 vit bonde · a1 vit torn · c1 vit löpare · d1 vit drottning · e1 vit kung · f1 vit löpare · g1 vit springare · h1 vit torn | a8 svart torn · b8 svart springare · c8 svart löpare · d8 svart drottning · e8 svart kung · f8 svart löpare · g8 svart springare · h8 svart torn · a7 svart bonde · b7 svart bonde · c7 svart bonde · f7 svart bonde · g7 svart bonde · h7 svart bonde · e6 svart bonde · d5 svart bonde · d4 vit bonde · e4 vit bonde · c3 vit springare · a2 vit bonde · b2 vit bonde · c2 vit bonde · f2 vit bonde · g2 vit bonde · h2 vit bonde · a1 vit torn · c1 vit löpare · d1 vit drottning · e1 vit kung · f1 vit löpare · g1 vit springare · h1 vit torn | 8 |
| 7 | a8 svart torn · b8 svart springare · c8 svart löpare · d8 svart drottning · e8 svart kung · f8 svart löpare · g8 svart springare · h8 svart torn · a7 svart bonde · b7 svart bonde · c7 svart bonde · f7 svart bonde · g7 svart bonde · h7 svart bonde · e6 svart bonde · d5 svart bonde · d4 vit bonde · e4 vit bonde · c3 vit springare · a2 vit bonde · b2 vit bonde · c2 vit bonde · f2 vit bonde · g2 vit bonde · h2 vit bonde · a1 vit torn · c1 vit löpare · d1 vit drottning · e1 vit kung · f1 vit löpare · g1 vit springare · h1 vit torn | a8 svart torn · b8 svart springare · c8 svart löpare · d8 svart drottning · e8 svart kung · f8 svart löpare · g8 svart springare · h8 svart torn · a7 svart bonde · b7 svart bonde · c7 svart bonde · f7 svart bonde · g7 svart bonde · h7 svart bonde · e6 svart bonde · d5 svart bonde · d4 vit bonde · e4 vit bonde · c3 vit springare · a2 vit bonde · b2 vit bonde · c2 vit bonde · f2 vit bonde · g2 vit bonde · h2 vit bonde · a1 vit torn · c1 vit löpare · d1 vit drottning · e1 vit kung · f1 vit löpare · g1 vit springare · h1 vit torn | a8 svart torn · b8 svart springare · c8 svart löpare · d8 svart drottning · e8 svart kung · f8 svart löpare · g8 svart springare · h8 svart torn · a7 svart bonde · b7 svart bonde · c7 svart bonde · f7 svart bonde · g7 svart bonde · h7 svart bonde · e6 svart bonde · d5 svart bonde · d4 vit bonde · e4 vit bonde · c3 vit springare · a2 vit bonde · b2 vit bonde · c2 vit bonde · f2 vit bonde · g2 vit bonde · h2 vit bonde · a1 vit torn · c1 vit löpare · d1 vit drottning · e1 vit kung · f1 vit löpare · g1 vit springare · h1 vit torn | a8 svart torn · b8 svart springare · c8 svart löpare · d8 svart drottning · e8 svart kung · f8 svart löpare · g8 svart springare · h8 svart torn · a7 svart bonde · b7 svart bonde · c7 svart bonde · f7 svart bonde · g7 svart bonde · h7 svart bonde · e6 svart bonde · d5 svart bonde · d4 vit bonde · e4 vit bonde · c3 vit springare · a2 vit bonde · b2 vit bonde · c2 vit bonde · f2 vit bonde · g2 vit bonde · h2 vit bonde · a1 vit torn · c1 vit löpare · d1 vit drottning · e1 vit kung · f1 vit löpare · g1 vit springare · h1 vit torn | a8 svart torn · b8 svart springare · c8 svart löpare · d8 svart drottning · e8 svart kung · f8 svart löpare · g8 svart springare · h8 svart torn · a7 svart bonde · b7 svart bonde · c7 svart bonde · f7 svart bonde · g7 svart bonde · h7 svart bonde · e6 svart bonde · d5 svart bonde · d4 vit bonde · e4 vit bonde · c3 vit springare · a2 vit bonde · b2 vit bonde · c2 vit bonde · f2 vit bonde · g2 vit bonde · h2 vit bonde · a1 vit torn · c1 vit löpare · d1 vit drottning · e1 vit kung · f1 vit löpare · g1 vit springare · h1 vit torn | a8 svart torn · b8 svart springare · c8 svart löpare · d8 svart drottning · e8 svart kung · f8 svart löpare · g8 svart springare · h8 svart torn · a7 svart bonde · b7 svart bonde · c7 svart bonde · f7 svart bonde · g7 svart bonde · h7 svart bonde · e6 svart bonde · d5 svart bonde · d4 vit bonde · e4 vit bonde · c3 vit springare · a2 vit bonde · b2 vit bonde · c2 vit bonde · f2 vit bonde · g2 vit bonde · h2 vit bonde · a1 vit torn · c1 vit löpare · d1 vit drottning · e1 vit kung · f1 vit löpare · g1 vit springare · h1 vit torn | a8 svart torn · b8 svart springare · c8 svart löpare · d8 svart drottning · e8 svart kung · f8 svart löpare · g8 svart springare · h8 svart torn · a7 svart bonde · b7 svart bonde · c7 svart bonde · f7 svart bonde · g7 svart bonde · h7 svart bonde · e6 svart bonde · d5 svart bonde · d4 vit bonde · e4 vit bonde · c3 vit springare · a2 vit bonde · b2 vit bonde · c2 vit bonde · f2 vit bonde · g2 vit bonde · h2 vit bonde · a1 vit torn · c1 vit löpare · d1 vit drottning · e1 vit kung · f1 vit löpare · g1 vit springare · h1 vit torn | a8 svart torn · b8 svart springare · c8 svart löpare · d8 svart drottning · e8 svart kung · f8 svart löpare · g8 svart springare · h8 svart torn · a7 svart bonde · b7 svart bonde · c7 svart bonde · f7 svart bonde · g7 svart bonde · h7 svart bonde · e6 svart bonde · d5 svart bonde · d4 vit bonde · e4 vit bonde · c3 vit springare · a2 vit bonde · b2 vit bonde · c2 vit bonde · f2 vit bonde · g2 vit bonde · h2 vit bonde · a1 vit torn · c1 vit löpare · d1 vit drottning · e1 vit kung · f1 vit löpare · g1 vit springare · h1 vit torn | 7 |
| 6 | a8 svart torn · b8 svart springare · c8 svart löpare · d8 svart drottning · e8 svart kung · f8 svart löpare · g8 svart springare · h8 svart torn · a7 svart bonde · b7 svart bonde · c7 svart bonde · f7 svart bonde · g7 svart bonde · h7 svart bonde · e6 svart bonde · d5 svart bonde · d4 vit bonde · e4 vit bonde · c3 vit springare · a2 vit bonde · b2 vit bonde · c2 vit bonde · f2 vit bonde · g2 vit bonde · h2 vit bonde · a1 vit torn · c1 vit löpare · d1 vit drottning · e1 vit kung · f1 vit löpare · g1 vit springare · h1 vit torn | a8 svart torn · b8 svart springare · c8 svart löpare · d8 svart drottning · e8 svart kung · f8 svart löpare · g8 svart springare · h8 svart torn · a7 svart bonde · b7 svart bonde · c7 svart bonde · f7 svart bonde · g7 svart bonde · h7 svart bonde · e6 svart bonde · d5 svart bonde · d4 vit bonde · e4 vit bonde · c3 vit springare · a2 vit bonde · b2 vit bonde · c2 vit bonde · f2 vit bonde · g2 vit bonde · h2 vit bonde · a1 vit torn · c1 vit löpare · d1 vit drottning · e1 vit kung · f1 vit löpare · g1 vit springare · h1 vit torn | a8 svart torn · b8 svart springare · c8 svart löpare · d8 svart drottning · e8 svart kung · f8 svart löpare · g8 svart springare · h8 svart torn · a7 svart bonde · b7 svart bonde · c7 svart bonde · f7 svart bonde · g7 svart bonde · h7 svart bonde · e6 svart bonde · d5 svart bonde · d4 vit bonde · e4 vit bonde · c3 vit springare · a2 vit bonde · b2 vit bonde · c2 vit bonde · f2 vit bonde · g2 vit bonde · h2 vit bonde · a1 vit torn · c1 vit löpare · d1 vit drottning · e1 vit kung · f1 vit löpare · g1 vit springare · h1 vit torn | a8 svart torn · b8 svart springare · c8 svart löpare · d8 svart drottning · e8 svart kung · f8 svart löpare · g8 svart springare · h8 svart torn · a7 svart bonde · b7 svart bonde · c7 svart bonde · f7 svart bonde · g7 svart bonde · h7 svart bonde · e6 svart bonde · d5 svart bonde · d4 vit bonde · e4 vit bonde · c3 vit springare · a2 vit bonde · b2 vit bonde · c2 vit bonde · f2 vit bonde · g2 vit bonde · h2 vit bonde · a1 vit torn · c1 vit löpare · d1 vit drottning · e1 vit kung · f1 vit löpare · g1 vit springare · h1 vit torn | a8 svart torn · b8 svart springare · c8 svart löpare · d8 svart drottning · e8 svart kung · f8 svart löpare · g8 svart springare · h8 svart torn · a7 svart bonde · b7 svart bonde · c7 svart bonde · f7 svart bonde · g7 svart bonde · h7 svart bonde · e6 svart bonde · d5 svart bonde · d4 vit bonde · e4 vit bonde · c3 vit springare · a2 vit bonde · b2 vit bonde · c2 vit bonde · f2 vit bonde · g2 vit bonde · h2 vit bonde · a1 vit torn · c1 vit löpare · d1 vit drottning · e1 vit kung · f1 vit löpare · g1 vit springare · h1 vit torn | a8 svart torn · b8 svart springare · c8 svart löpare · d8 svart drottning · e8 svart kung · f8 svart löpare · g8 svart springare · h8 svart torn · a7 svart bonde · b7 svart bonde · c7 svart bonde · f7 svart bonde · g7 svart bonde · h7 svart bonde · e6 svart bonde · d5 svart bonde · d4 vit bonde · e4 vit bonde · c3 vit springare · a2 vit bonde · b2 vit bonde · c2 vit bonde · f2 vit bonde · g2 vit bonde · h2 vit bonde · a1 vit torn · c1 vit löpare · d1 vit drottning · e1 vit kung · f1 vit löpare · g1 vit springare · h1 vit torn | a8 svart torn · b8 svart springare · c8 svart löpare · d8 svart drottning · e8 svart kung · f8 svart löpare · g8 svart springare · h8 svart torn · a7 svart bonde · b7 svart bonde · c7 svart bonde · f7 svart bonde · g7 svart bonde · h7 svart bonde · e6 svart bonde · d5 svart bonde · d4 vit bonde · e4 vit bonde · c3 vit springare · a2 vit bonde · b2 vit bonde · c2 vit bonde · f2 vit bonde · g2 vit bonde · h2 vit bonde · a1 vit torn · c1 vit löpare · d1 vit drottning · e1 vit kung · f1 vit löpare · g1 vit springare · h1 vit torn | a8 svart torn · b8 svart springare · c8 svart löpare · d8 svart drottning · e8 svart kung · f8 svart löpare · g8 svart springare · h8 svart torn · a7 svart bonde · b7 svart bonde · c7 svart bonde · f7 svart bonde · g7 svart bonde · h7 svart bonde · e6 svart bonde · d5 svart bonde · d4 vit bonde · e4 vit bonde · c3 vit springare · a2 vit bonde · b2 vit bonde · c2 vit bonde · f2 vit bonde · g2 vit bonde · h2 vit bonde · a1 vit torn · c1 vit löpare · d1 vit drottning · e1 vit kung · f1 vit löpare · g1 vit springare · h1 vit torn | 6 |
| 5 | a8 svart torn · b8 svart springare · c8 svart löpare · d8 svart drottning · e8 svart kung · f8 svart löpare · g8 svart springare · h8 svart torn · a7 svart bonde · b7 svart bonde · c7 svart bonde · f7 svart bonde · g7 svart bonde · h7 svart bonde · e6 svart bonde · d5 svart bonde · d4 vit bonde · e4 vit bonde · c3 vit springare · a2 vit bonde · b2 vit bonde · c2 vit bonde · f2 vit bonde · g2 vit bonde · h2 vit bonde · a1 vit torn · c1 vit löpare · d1 vit drottning · e1 vit kung · f1 vit löpare · g1 vit springare · h1 vit torn | a8 svart torn · b8 svart springare · c8 svart löpare · d8 svart drottning · e8 svart kung · f8 svart löpare · g8 svart springare · h8 svart torn · a7 svart bonde · b7 svart bonde · c7 svart bonde · f7 svart bonde · g7 svart bonde · h7 svart bonde · e6 svart bonde · d5 svart bonde · d4 vit bonde · e4 vit bonde · c3 vit springare · a2 vit bonde · b2 vit bonde · c2 vit bonde · f2 vit bonde · g2 vit bonde · h2 vit bonde · a1 vit torn · c1 vit löpare · d1 vit drottning · e1 vit kung · f1 vit löpare · g1 vit springare · h1 vit torn | a8 svart torn · b8 svart springare · c8 svart löpare · d8 svart drottning · e8 svart kung · f8 svart löpare · g8 svart springare · h8 svart torn · a7 svart bonde · b7 svart bonde · c7 svart bonde · f7 svart bonde · g7 svart bonde · h7 svart bonde · e6 svart bonde · d5 svart bonde · d4 vit bonde · e4 vit bonde · c3 vit springare · a2 vit bonde · b2 vit bonde · c2 vit bonde · f2 vit bonde · g2 vit bonde · h2 vit bonde · a1 vit torn · c1 vit löpare · d1 vit drottning · e1 vit kung · f1 vit löpare · g1 vit springare · h1 vit torn | a8 svart torn · b8 svart springare · c8 svart löpare · d8 svart drottning · e8 svart kung · f8 svart löpare · g8 svart springare · h8 svart torn · a7 svart bonde · b7 svart bonde · c7 svart bonde · f7 svart bonde · g7 svart bonde · h7 svart bonde · e6 svart bonde · d5 svart bonde · d4 vit bonde · e4 vit bonde · c3 vit springare · a2 vit bonde · b2 vit bonde · c2 vit bonde · f2 vit bonde · g2 vit bonde · h2 vit bonde · a1 vit torn · c1 vit löpare · d1 vit drottning · e1 vit kung · f1 vit löpare · g1 vit springare · h1 vit torn | a8 svart torn · b8 svart springare · c8 svart löpare · d8 svart drottning · e8 svart kung · f8 svart löpare · g8 svart springare · h8 svart torn · a7 svart bonde · b7 svart bonde · c7 svart bonde · f7 svart bonde · g7 svart bonde · h7 svart bonde · e6 svart bonde · d5 svart bonde · d4 vit bonde · e4 vit bonde · c3 vit springare · a2 vit bonde · b2 vit bonde · c2 vit bonde · f2 vit bonde · g2 vit bonde · h2 vit bonde · a1 vit torn · c1 vit löpare · d1 vit drottning · e1 vit kung · f1 vit löpare · g1 vit springare · h1 vit torn | a8 svart torn · b8 svart springare · c8 svart löpare · d8 svart drottning · e8 svart kung · f8 svart löpare · g8 svart springare · h8 svart torn · a7 svart bonde · b7 svart bonde · c7 svart bonde · f7 svart bonde · g7 svart bonde · h7 svart bonde · e6 svart bonde · d5 svart bonde · d4 vit bonde · e4 vit bonde · c3 vit springare · a2 vit bonde · b2 vit bonde · c2 vit bonde · f2 vit bonde · g2 vit bonde · h2 vit bonde · a1 vit torn · c1 vit löpare · d1 vit drottning · e1 vit kung · f1 vit löpare · g1 vit springare · h1 vit torn | a8 svart torn · b8 svart springare · c8 svart löpare · d8 svart drottning · e8 svart kung · f8 svart löpare · g8 svart springare · h8 svart torn · a7 svart bonde · b7 svart bonde · c7 svart bonde · f7 svart bonde · g7 svart bonde · h7 svart bonde · e6 svart bonde · d5 svart bonde · d4 vit bonde · e4 vit bonde · c3 vit springare · a2 vit bonde · b2 vit bonde · c2 vit bonde · f2 vit bonde · g2 vit bonde · h2 vit bonde · a1 vit torn · c1 vit löpare · d1 vit drottning · e1 vit kung · f1 vit löpare · g1 vit springare · h1 vit torn | a8 svart torn · b8 svart springare · c8 svart löpare · d8 svart drottning · e8 svart kung · f8 svart löpare · g8 svart springare · h8 svart torn · a7 svart bonde · b7 svart bonde · c7 svart bonde · f7 svart bonde · g7 svart bonde · h7 svart bonde · e6 svart bonde · d5 svart bonde · d4 vit bonde · e4 vit bonde · c3 vit springare · a2 vit bonde · b2 vit bonde · c2 vit bonde · f2 vit bonde · g2 vit bonde · h2 vit bonde · a1 vit torn · c1 vit löpare · d1 vit drottning · e1 vit kung · f1 vit löpare · g1 vit springare · h1 vit torn | 5 |
| 4 | a8 svart torn · b8 svart springare · c8 svart löpare · d8 svart drottning · e8 svart kung · f8 svart löpare · g8 svart springare · h8 svart torn · a7 svart bonde · b7 svart bonde · c7 svart bonde · f7 svart bonde · g7 svart bonde · h7 svart bonde · e6 svart bonde · d5 svart bonde · d4 vit bonde · e4 vit bonde · c3 vit springare · a2 vit bonde · b2 vit bonde · c2 vit bonde · f2 vit bonde · g2 vit bonde · h2 vit bonde · a1 vit torn · c1 vit löpare · d1 vit drottning · e1 vit kung · f1 vit löpare · g1 vit springare · h1 vit torn | a8 svart torn · b8 svart springare · c8 svart löpare · d8 svart drottning · e8 svart kung · f8 svart löpare · g8 svart springare · h8 svart torn · a7 svart bonde · b7 svart bonde · c7 svart bonde · f7 svart bonde · g7 svart bonde · h7 svart bonde · e6 svart bonde · d5 svart bonde · d4 vit bonde · e4 vit bonde · c3 vit springare · a2 vit bonde · b2 vit bonde · c2 vit bonde · f2 vit bonde · g2 vit bonde · h2 vit bonde · a1 vit torn · c1 vit löpare · d1 vit drottning · e1 vit kung · f1 vit löpare · g1 vit springare · h1 vit torn | a8 svart torn · b8 svart springare · c8 svart löpare · d8 svart drottning · e8 svart kung · f8 svart löpare · g8 svart springare · h8 svart torn · a7 svart bonde · b7 svart bonde · c7 svart bonde · f7 svart bonde · g7 svart bonde · h7 svart bonde · e6 svart bonde · d5 svart bonde · d4 vit bonde · e4 vit bonde · c3 vit springare · a2 vit bonde · b2 vit bonde · c2 vit bonde · f2 vit bonde · g2 vit bonde · h2 vit bonde · a1 vit torn · c1 vit löpare · d1 vit drottning · e1 vit kung · f1 vit löpare · g1 vit springare · h1 vit torn | a8 svart torn · b8 svart springare · c8 svart löpare · d8 svart drottning · e8 svart kung · f8 svart löpare · g8 svart springare · h8 svart torn · a7 svart bonde · b7 svart bonde · c7 svart bonde · f7 svart bonde · g7 svart bonde · h7 svart bonde · e6 svart bonde · d5 svart bonde · d4 vit bonde · e4 vit bonde · c3 vit springare · a2 vit bonde · b2 vit bonde · c2 vit bonde · f2 vit bonde · g2 vit bonde · h2 vit bonde · a1 vit torn · c1 vit löpare · d1 vit drottning · e1 vit kung · f1 vit löpare · g1 vit springare · h1 vit torn | a8 svart torn · b8 svart springare · c8 svart löpare · d8 svart drottning · e8 svart kung · f8 svart löpare · g8 svart springare · h8 svart torn · a7 svart bonde · b7 svart bonde · c7 svart bonde · f7 svart bonde · g7 svart bonde · h7 svart bonde · e6 svart bonde · d5 svart bonde · d4 vit bonde · e4 vit bonde · c3 vit springare · a2 vit bonde · b2 vit bonde · c2 vit bonde · f2 vit bonde · g2 vit bonde · h2 vit bonde · a1 vit torn · c1 vit löpare · d1 vit drottning · e1 vit kung · f1 vit löpare · g1 vit springare · h1 vit torn | a8 svart torn · b8 svart springare · c8 svart löpare · d8 svart drottning · e8 svart kung · f8 svart löpare · g8 svart springare · h8 svart torn · a7 svart bonde · b7 svart bonde · c7 svart bonde · f7 svart bonde · g7 svart bonde · h7 svart bonde · e6 svart bonde · d5 svart bonde · d4 vit bonde · e4 vit bonde · c3 vit springare · a2 vit bonde · b2 vit bonde · c2 vit bonde · f2 vit bonde · g2 vit bonde · h2 vit bonde · a1 vit torn · c1 vit löpare · d1 vit drottning · e1 vit kung · f1 vit löpare · g1 vit springare · h1 vit torn | a8 svart torn · b8 svart springare · c8 svart löpare · d8 svart drottning · e8 svart kung · f8 svart löpare · g8 svart springare · h8 svart torn · a7 svart bonde · b7 svart bonde · c7 svart bonde · f7 svart bonde · g7 svart bonde · h7 svart bonde · e6 svart bonde · d5 svart bonde · d4 vit bonde · e4 vit bonde · c3 vit springare · a2 vit bonde · b2 vit bonde · c2 vit bonde · f2 vit bonde · g2 vit bonde · h2 vit bonde · a1 vit torn · c1 vit löpare · d1 vit drottning · e1 vit kung · f1 vit löpare · g1 vit springare · h1 vit torn | a8 svart torn · b8 svart springare · c8 svart löpare · d8 svart drottning · e8 svart kung · f8 svart löpare · g8 svart springare · h8 svart torn · a7 svart bonde · b7 svart bonde · c7 svart bonde · f7 svart bonde · g7 svart bonde · h7 svart bonde · e6 svart bonde · d5 svart bonde · d4 vit bonde · e4 vit bonde · c3 vit springare · a2 vit bonde · b2 vit bonde · c2 vit bonde · f2 vit bonde · g2 vit bonde · h2 vit bonde · a1 vit torn · c1 vit löpare · d1 vit drottning · e1 vit kung · f1 vit löpare · g1 vit springare · h1 vit torn | 4 |
| 3 | a8 svart torn · b8 svart springare · c8 svart löpare · d8 svart drottning · e8 svart kung · f8 svart löpare · g8 svart springare · h8 svart torn · a7 svart bonde · b7 svart bonde · c7 svart bonde · f7 svart bonde · g7 svart bonde · h7 svart bonde · e6 svart bonde · d5 svart bonde · d4 vit bonde · e4 vit bonde · c3 vit springare · a2 vit bonde · b2 vit bonde · c2 vit bonde · f2 vit bonde · g2 vit bonde · h2 vit bonde · a1 vit torn · c1 vit löpare · d1 vit drottning · e1 vit kung · f1 vit löpare · g1 vit springare · h1 vit torn | a8 svart torn · b8 svart springare · c8 svart löpare · d8 svart drottning · e8 svart kung · f8 svart löpare · g8 svart springare · h8 svart torn · a7 svart bonde · b7 svart bonde · c7 svart bonde · f7 svart bonde · g7 svart bonde · h7 svart bonde · e6 svart bonde · d5 svart bonde · d4 vit bonde · e4 vit bonde · c3 vit springare · a2 vit bonde · b2 vit bonde · c2 vit bonde · f2 vit bonde · g2 vit bonde · h2 vit bonde · a1 vit torn · c1 vit löpare · d1 vit drottning · e1 vit kung · f1 vit löpare · g1 vit springare · h1 vit torn | a8 svart torn · b8 svart springare · c8 svart löpare · d8 svart drottning · e8 svart kung · f8 svart löpare · g8 svart springare · h8 svart torn · a7 svart bonde · b7 svart bonde · c7 svart bonde · f7 svart bonde · g7 svart bonde · h7 svart bonde · e6 svart bonde · d5 svart bonde · d4 vit bonde · e4 vit bonde · c3 vit springare · a2 vit bonde · b2 vit bonde · c2 vit bonde · f2 vit bonde · g2 vit bonde · h2 vit bonde · a1 vit torn · c1 vit löpare · d1 vit drottning · e1 vit kung · f1 vit löpare · g1 vit springare · h1 vit torn | a8 svart torn · b8 svart springare · c8 svart löpare · d8 svart drottning · e8 svart kung · f8 svart löpare · g8 svart springare · h8 svart torn · a7 svart bonde · b7 svart bonde · c7 svart bonde · f7 svart bonde · g7 svart bonde · h7 svart bonde · e6 svart bonde · d5 svart bonde · d4 vit bonde · e4 vit bonde · c3 vit springare · a2 vit bonde · b2 vit bonde · c2 vit bonde · f2 vit bonde · g2 vit bonde · h2 vit bonde · a1 vit torn · c1 vit löpare · d1 vit drottning · e1 vit kung · f1 vit löpare · g1 vit springare · h1 vit torn | a8 svart torn · b8 svart springare · c8 svart löpare · d8 svart drottning · e8 svart kung · f8 svart löpare · g8 svart springare · h8 svart torn · a7 svart bonde · b7 svart bonde · c7 svart bonde · f7 svart bonde · g7 svart bonde · h7 svart bonde · e6 svart bonde · d5 svart bonde · d4 vit bonde · e4 vit bonde · c3 vit springare · a2 vit bonde · b2 vit bonde · c2 vit bonde · f2 vit bonde · g2 vit bonde · h2 vit bonde · a1 vit torn · c1 vit löpare · d1 vit drottning · e1 vit kung · f1 vit löpare · g1 vit springare · h1 vit torn | a8 svart torn · b8 svart springare · c8 svart löpare · d8 svart drottning · e8 svart kung · f8 svart löpare · g8 svart springare · h8 svart torn · a7 svart bonde · b7 svart bonde · c7 svart bonde · f7 svart bonde · g7 svart bonde · h7 svart bonde · e6 svart bonde · d5 svart bonde · d4 vit bonde · e4 vit bonde · c3 vit springare · a2 vit bonde · b2 vit bonde · c2 vit bonde · f2 vit bonde · g2 vit bonde · h2 vit bonde · a1 vit torn · c1 vit löpare · d1 vit drottning · e1 vit kung · f1 vit löpare · g1 vit springare · h1 vit torn | a8 svart torn · b8 svart springare · c8 svart löpare · d8 svart drottning · e8 svart kung · f8 svart löpare · g8 svart springare · h8 svart torn · a7 svart bonde · b7 svart bonde · c7 svart bonde · f7 svart bonde · g7 svart bonde · h7 svart bonde · e6 svart bonde · d5 svart bonde · d4 vit bonde · e4 vit bonde · c3 vit springare · a2 vit bonde · b2 vit bonde · c2 vit bonde · f2 vit bonde · g2 vit bonde · h2 vit bonde · a1 vit torn · c1 vit löpare · d1 vit drottning · e1 vit kung · f1 vit löpare · g1 vit springare · h1 vit torn | a8 svart torn · b8 svart springare · c8 svart löpare · d8 svart drottning · e8 svart kung · f8 svart löpare · g8 svart springare · h8 svart torn · a7 svart bonde · b7 svart bonde · c7 svart bonde · f7 svart bonde · g7 svart bonde · h7 svart bonde · e6 svart bonde · d5 svart bonde · d4 vit bonde · e4 vit bonde · c3 vit springare · a2 vit bonde · b2 vit bonde · c2 vit bonde · f2 vit bonde · g2 vit bonde · h2 vit bonde · a1 vit torn · c1 vit löpare · d1 vit drottning · e1 vit kung · f1 vit löpare · g1 vit springare · h1 vit torn | 3 |
| 2 | a8 svart torn · b8 svart springare · c8 svart löpare · d8 svart drottning · e8 svart kung · f8 svart löpare · g8 svart springare · h8 svart torn · a7 svart bonde · b7 svart bonde · c7 svart bonde · f7 svart bonde · g7 svart bonde · h7 svart bonde · e6 svart bonde · d5 svart bonde · d4 vit bonde · e4 vit bonde · c3 vit springare · a2 vit bonde · b2 vit bonde · c2 vit bonde · f2 vit bonde · g2 vit bonde · h2 vit bonde · a1 vit torn · c1 vit löpare · d1 vit drottning · e1 vit kung · f1 vit löpare · g1 vit springare · h1 vit torn | a8 svart torn · b8 svart springare · c8 svart löpare · d8 svart drottning · e8 svart kung · f8 svart löpare · g8 svart springare · h8 svart torn · a7 svart bonde · b7 svart bonde · c7 svart bonde · f7 svart bonde · g7 svart bonde · h7 svart bonde · e6 svart bonde · d5 svart bonde · d4 vit bonde · e4 vit bonde · c3 vit springare · a2 vit bonde · b2 vit bonde · c2 vit bonde · f2 vit bonde · g2 vit bonde · h2 vit bonde · a1 vit torn · c1 vit löpare · d1 vit drottning · e1 vit kung · f1 vit löpare · g1 vit springare · h1 vit torn | a8 svart torn · b8 svart springare · c8 svart löpare · d8 svart drottning · e8 svart kung · f8 svart löpare · g8 svart springare · h8 svart torn · a7 svart bonde · b7 svart bonde · c7 svart bonde · f7 svart bonde · g7 svart bonde · h7 svart bonde · e6 svart bonde · d5 svart bonde · d4 vit bonde · e4 vit bonde · c3 vit springare · a2 vit bonde · b2 vit bonde · c2 vit bonde · f2 vit bonde · g2 vit bonde · h2 vit bonde · a1 vit torn · c1 vit löpare · d1 vit drottning · e1 vit kung · f1 vit löpare · g1 vit springare · h1 vit torn | a8 svart torn · b8 svart springare · c8 svart löpare · d8 svart drottning · e8 svart kung · f8 svart löpare · g8 svart springare · h8 svart torn · a7 svart bonde · b7 svart bonde · c7 svart bonde · f7 svart bonde · g7 svart bonde · h7 svart bonde · e6 svart bonde · d5 svart bonde · d4 vit bonde · e4 vit bonde · c3 vit springare · a2 vit bonde · b2 vit bonde · c2 vit bonde · f2 vit bonde · g2 vit bonde · h2 vit bonde · a1 vit torn · c1 vit löpare · d1 vit drottning · e1 vit kung · f1 vit löpare · g1 vit springare · h1 vit torn | a8 svart torn · b8 svart springare · c8 svart löpare · d8 svart drottning · e8 svart kung · f8 svart löpare · g8 svart springare · h8 svart torn · a7 svart bonde · b7 svart bonde · c7 svart bonde · f7 svart bonde · g7 svart bonde · h7 svart bonde · e6 svart bonde · d5 svart bonde · d4 vit bonde · e4 vit bonde · c3 vit springare · a2 vit bonde · b2 vit bonde · c2 vit bonde · f2 vit bonde · g2 vit bonde · h2 vit bonde · a1 vit torn · c1 vit löpare · d1 vit drottning · e1 vit kung · f1 vit löpare · g1 vit springare · h1 vit torn | a8 svart torn · b8 svart springare · c8 svart löpare · d8 svart drottning · e8 svart kung · f8 svart löpare · g8 svart springare · h8 svart torn · a7 svart bonde · b7 svart bonde · c7 svart bonde · f7 svart bonde · g7 svart bonde · h7 svart bonde · e6 svart bonde · d5 svart bonde · d4 vit bonde · e4 vit bonde · c3 vit springare · a2 vit bonde · b2 vit bonde · c2 vit bonde · f2 vit bonde · g2 vit bonde · h2 vit bonde · a1 vit torn · c1 vit löpare · d1 vit drottning · e1 vit kung · f1 vit löpare · g1 vit springare · h1 vit torn | a8 svart torn · b8 svart springare · c8 svart löpare · d8 svart drottning · e8 svart kung · f8 svart löpare · g8 svart springare · h8 svart torn · a7 svart bonde · b7 svart bonde · c7 svart bonde · f7 svart bonde · g7 svart bonde · h7 svart bonde · e6 svart bonde · d5 svart bonde · d4 vit bonde · e4 vit bonde · c3 vit springare · a2 vit bonde · b2 vit bonde · c2 vit bonde · f2 vit bonde · g2 vit bonde · h2 vit bonde · a1 vit torn · c1 vit löpare · d1 vit drottning · e1 vit kung · f1 vit löpare · g1 vit springare · h1 vit torn | a8 svart torn · b8 svart springare · c8 svart löpare · d8 svart drottning · e8 svart kung · f8 svart löpare · g8 svart springare · h8 svart torn · a7 svart bonde · b7 svart bonde · c7 svart bonde · f7 svart bonde · g7 svart bonde · h7 svart bonde · e6 svart bonde · d5 svart bonde · d4 vit bonde · e4 vit bonde · c3 vit springare · a2 vit bonde · b2 vit bonde · c2 vit bonde · f2 vit bonde · g2 vit bonde · h2 vit bonde · a1 vit torn · c1 vit löpare · d1 vit drottning · e1 vit kung · f1 vit löpare · g1 vit springare · h1 vit torn | 2 |
| 1 | a8 svart torn · b8 svart springare · c8 svart löpare · d8 svart drottning · e8 svart kung · f8 svart löpare · g8 svart springare · h8 svart torn · a7 svart bonde · b7 svart bonde · c7 svart bonde · f7 svart bonde · g7 svart bonde · h7 svart bonde · e6 svart bonde · d5 svart bonde · d4 vit bonde · e4 vit bonde · c3 vit springare · a2 vit bonde · b2 vit bonde · c2 vit bonde · f2 vit bonde · g2 vit bonde · h2 vit bonde · a1 vit torn · c1 vit löpare · d1 vit drottning · e1 vit kung · f1 vit löpare · g1 vit springare · h1 vit torn | a8 svart torn · b8 svart springare · c8 svart löpare · d8 svart drottning · e8 svart kung · f8 svart löpare · g8 svart springare · h8 svart torn · a7 svart bonde · b7 svart bonde · c7 svart bonde · f7 svart bonde · g7 svart bonde · h7 svart bonde · e6 svart bonde · d5 svart bonde · d4 vit bonde · e4 vit bonde · c3 vit springare · a2 vit bonde · b2 vit bonde · c2 vit bonde · f2 vit bonde · g2 vit bonde · h2 vit bonde · a1 vit torn · c1 vit löpare · d1 vit drottning · e1 vit kung · f1 vit löpare · g1 vit springare · h1 vit torn | a8 svart torn · b8 svart springare · c8 svart löpare · d8 svart drottning · e8 svart kung · f8 svart löpare · g8 svart springare · h8 svart torn · a7 svart bonde · b7 svart bonde · c7 svart bonde · f7 svart bonde · g7 svart bonde · h7 svart bonde · e6 svart bonde · d5 svart bonde · d4 vit bonde · e4 vit bonde · c3 vit springare · a2 vit bonde · b2 vit bonde · c2 vit bonde · f2 vit bonde · g2 vit bonde · h2 vit bonde · a1 vit torn · c1 vit löpare · d1 vit drottning · e1 vit kung · f1 vit löpare · g1 vit springare · h1 vit torn | a8 svart torn · b8 svart springare · c8 svart löpare · d8 svart drottning · e8 svart kung · f8 svart löpare · g8 svart springare · h8 svart torn · a7 svart bonde · b7 svart bonde · c7 svart bonde · f7 svart bonde · g7 svart bonde · h7 svart bonde · e6 svart bonde · d5 svart bonde · d4 vit bonde · e4 vit bonde · c3 vit springare · a2 vit bonde · b2 vit bonde · c2 vit bonde · f2 vit bonde · g2 vit bonde · h2 vit bonde · a1 vit torn · c1 vit löpare · d1 vit drottning · e1 vit kung · f1 vit löpare · g1 vit springare · h1 vit torn | a8 svart torn · b8 svart springare · c8 svart löpare · d8 svart drottning · e8 svart kung · f8 svart löpare · g8 svart springare · h8 svart torn · a7 svart bonde · b7 svart bonde · c7 svart bonde · f7 svart bonde · g7 svart bonde · h7 svart bonde · e6 svart bonde · d5 svart bonde · d4 vit bonde · e4 vit bonde · c3 vit springare · a2 vit bonde · b2 vit bonde · c2 vit bonde · f2 vit bonde · g2 vit bonde · h2 vit bonde · a1 vit torn · c1 vit löpare · d1 vit drottning · e1 vit kung · f1 vit löpare · g1 vit springare · h1 vit torn | a8 svart torn · b8 svart springare · c8 svart löpare · d8 svart drottning · e8 svart kung · f8 svart löpare · g8 svart springare · h8 svart torn · a7 svart bonde · b7 svart bonde · c7 svart bonde · f7 svart bonde · g7 svart bonde · h7 svart bonde · e6 svart bonde · d5 svart bonde · d4 vit bonde · e4 vit bonde · c3 vit springare · a2 vit bonde · b2 vit bonde · c2 vit bonde · f2 vit bonde · g2 vit bonde · h2 vit bonde · a1 vit torn · c1 vit löpare · d1 vit drottning · e1 vit kung · f1 vit löpare · g1 vit springare · h1 vit torn | a8 svart torn · b8 svart springare · c8 svart löpare · d8 svart drottning · e8 svart kung · f8 svart löpare · g8 svart springare · h8 svart torn · a7 svart bonde · b7 svart bonde · c7 svart bonde · f7 svart bonde · g7 svart bonde · h7 svart bonde · e6 svart bonde · d5 svart bonde · d4 vit bonde · e4 vit bonde · c3 vit springare · a2 vit bonde · b2 vit bonde · c2 vit bonde · f2 vit bonde · g2 vit bonde · h2 vit bonde · a1 vit torn · c1 vit löpare · d1 vit drottning · e1 vit kung · f1 vit löpare · g1 vit springare · h1 vit torn | a8 svart torn · b8 svart springare · c8 svart löpare · d8 svart drottning · e8 svart kung · f8 svart löpare · g8 svart springare · h8 svart torn · a7 svart bonde · b7 svart bonde · c7 svart bonde · f7 svart bonde · g7 svart bonde · h7 svart bonde · e6 svart bonde · d5 svart bonde · d4 vit bonde · e4 vit bonde · c3 vit springare · a2 vit bonde · b2 vit bonde · c2 vit bonde · f2 vit bonde · g2 vit bonde · h2 vit bonde · a1 vit torn · c1 vit löpare · d1 vit drottning · e1 vit kung · f1 vit löpare · g1 vit springare · h1 vit torn | 1 |
|   | a | b | c | d | e | f | g | h |   |

C10 Franskt
1.e4 e6 2.d4 d5 3.Sc3
C11 Franskt
1.e4 e6 2.d4 d5 3.Sc3 Sf6
C12 Franskt, MacCutcheonvarianten
1.e4 e6 2.d4 d5 3.Sc3 Sf6 4.Lg5 Lb4
C13 Franskt
1.e4 e6 2.d4 d5 3.Sc3 Sf6 4.Lg5 Le7
C14 Franskt, klassiska varianten
1.e4 e6 2.d4 d5 3.Sc3 Sf6 4.Lg5 Le7 5.e5 Sfd7 6.Lxe7 Dxe7
C15 Franskt, Winawervarianten
1.e4 e6 2.d4 d5 3.Sc3 Lb4
C16 Franskt, Winawer
1.e4 e6 2.d4 d5 3.Sc3 Lb4 4.e5
C17 Franskt, Winawer, framskjutningsvarianten
1.e4 e6 2.d4 d5 3.Sc3 Lb4 4.e5 c5
C18 Franskt, Winawer
1.e4 e6 2.d4 d5 3.Sc3 Lb4 4.e5 c5 5.a3 Lxc3+ 6.bxc3
C19 Franskt, Winawer, framskjutningsvarianten, 6...Se7
1.e4 e6 2.d4 d5 3.Sc3 Lb4 4.e5 c5 5.a3 Lxc3+ 6.bxc3 Se7

### C20-C49: Öppna spel
|   | a | b | c | d | e | f | g | h |   |
| 8 | a8 svart torn · b8 svart springare · c8 svart löpare · d8 svart drottning · e8 svart kung · f8 svart löpare · g8 svart springare · h8 svart torn · a7 svart bonde · b7 svart bonde · c7 svart bonde · d7 svart bonde · f7 svart bonde · g7 svart bonde · h7 svart bonde · e5 svart bonde · e4 vit bonde · a2 vit bonde · b2 vit bonde · c2 vit bonde · d2 vit bonde · f2 vit bonde · g2 vit bonde · h2 vit bonde · a1 vit torn · b1 vit springare · c1 vit löpare · d1 vit drottning · e1 vit kung · f1 vit löpare · g1 vit springare · h1 vit torn | a8 svart torn · b8 svart springare · c8 svart löpare · d8 svart drottning · e8 svart kung · f8 svart löpare · g8 svart springare · h8 svart torn · a7 svart bonde · b7 svart bonde · c7 svart bonde · d7 svart bonde · f7 svart bonde · g7 svart bonde · h7 svart bonde · e5 svart bonde · e4 vit bonde · a2 vit bonde · b2 vit bonde · c2 vit bonde · d2 vit bonde · f2 vit bonde · g2 vit bonde · h2 vit bonde · a1 vit torn · b1 vit springare · c1 vit löpare · d1 vit drottning · e1 vit kung · f1 vit löpare · g1 vit springare · h1 vit torn | a8 svart torn · b8 svart springare · c8 svart löpare · d8 svart drottning · e8 svart kung · f8 svart löpare · g8 svart springare · h8 svart torn · a7 svart bonde · b7 svart bonde · c7 svart bonde · d7 svart bonde · f7 svart bonde · g7 svart bonde · h7 svart bonde · e5 svart bonde · e4 vit bonde · a2 vit bonde · b2 vit bonde · c2 vit bonde · d2 vit bonde · f2 vit bonde · g2 vit bonde · h2 vit bonde · a1 vit torn · b1 vit springare · c1 vit löpare · d1 vit drottning · e1 vit kung · f1 vit löpare · g1 vit springare · h1 vit torn | a8 svart torn · b8 svart springare · c8 svart löpare · d8 svart drottning · e8 svart kung · f8 svart löpare · g8 svart springare · h8 svart torn · a7 svart bonde · b7 svart bonde · c7 svart bonde · d7 svart bonde · f7 svart bonde · g7 svart bonde · h7 svart bonde · e5 svart bonde · e4 vit bonde · a2 vit bonde · b2 vit bonde · c2 vit bonde · d2 vit bonde · f2 vit bonde · g2 vit bonde · h2 vit bonde · a1 vit torn · b1 vit springare · c1 vit löpare · d1 vit drottning · e1 vit kung · f1 vit löpare · g1 vit springare · h1 vit torn | a8 svart torn · b8 svart springare · c8 svart löpare · d8 svart drottning · e8 svart kung · f8 svart löpare · g8 svart springare · h8 svart torn · a7 svart bonde · b7 svart bonde · c7 svart bonde · d7 svart bonde · f7 svart bonde · g7 svart bonde · h7 svart bonde · e5 svart bonde · e4 vit bonde · a2 vit bonde · b2 vit bonde · c2 vit bonde · d2 vit bonde · f2 vit bonde · g2 vit bonde · h2 vit bonde · a1 vit torn · b1 vit springare · c1 vit löpare · d1 vit drottning · e1 vit kung · f1 vit löpare · g1 vit springare · h1 vit torn | a8 svart torn · b8 svart springare · c8 svart löpare · d8 svart drottning · e8 svart kung · f8 svart löpare · g8 svart springare · h8 svart torn · a7 svart bonde · b7 svart bonde · c7 svart bonde · d7 svart bonde · f7 svart bonde · g7 svart bonde · h7 svart bonde · e5 svart bonde · e4 vit bonde · a2 vit bonde · b2 vit bonde · c2 vit bonde · d2 vit bonde · f2 vit bonde · g2 vit bonde · h2 vit bonde · a1 vit torn · b1 vit springare · c1 vit löpare · d1 vit drottning · e1 vit kung · f1 vit löpare · g1 vit springare · h1 vit torn | a8 svart torn · b8 svart springare · c8 svart löpare · d8 svart drottning · e8 svart kung · f8 svart löpare · g8 svart springare · h8 svart torn · a7 svart bonde · b7 svart bonde · c7 svart bonde · d7 svart bonde · f7 svart bonde · g7 svart bonde · h7 svart bonde · e5 svart bonde · e4 vit bonde · a2 vit bonde · b2 vit bonde · c2 vit bonde · d2 vit bonde · f2 vit bonde · g2 vit bonde · h2 vit bonde · a1 vit torn · b1 vit springare · c1 vit löpare · d1 vit drottning · e1 vit kung · f1 vit löpare · g1 vit springare · h1 vit torn | a8 svart torn · b8 svart springare · c8 svart löpare · d8 svart drottning · e8 svart kung · f8 svart löpare · g8 svart springare · h8 svart torn · a7 svart bonde · b7 svart bonde · c7 svart bonde · d7 svart bonde · f7 svart bonde · g7 svart bonde · h7 svart bonde · e5 svart bonde · e4 vit bonde · a2 vit bonde · b2 vit bonde · c2 vit bonde · d2 vit bonde · f2 vit bonde · g2 vit bonde · h2 vit bonde · a1 vit torn · b1 vit springare · c1 vit löpare · d1 vit drottning · e1 vit kung · f1 vit löpare · g1 vit springare · h1 vit torn | 8 |
| 7 | a8 svart torn · b8 svart springare · c8 svart löpare · d8 svart drottning · e8 svart kung · f8 svart löpare · g8 svart springare · h8 svart torn · a7 svart bonde · b7 svart bonde · c7 svart bonde · d7 svart bonde · f7 svart bonde · g7 svart bonde · h7 svart bonde · e5 svart bonde · e4 vit bonde · a2 vit bonde · b2 vit bonde · c2 vit bonde · d2 vit bonde · f2 vit bonde · g2 vit bonde · h2 vit bonde · a1 vit torn · b1 vit springare · c1 vit löpare · d1 vit drottning · e1 vit kung · f1 vit löpare · g1 vit springare · h1 vit torn | a8 svart torn · b8 svart springare · c8 svart löpare · d8 svart drottning · e8 svart kung · f8 svart löpare · g8 svart springare · h8 svart torn · a7 svart bonde · b7 svart bonde · c7 svart bonde · d7 svart bonde · f7 svart bonde · g7 svart bonde · h7 svart bonde · e5 svart bonde · e4 vit bonde · a2 vit bonde · b2 vit bonde · c2 vit bonde · d2 vit bonde · f2 vit bonde · g2 vit bonde · h2 vit bonde · a1 vit torn · b1 vit springare · c1 vit löpare · d1 vit drottning · e1 vit kung · f1 vit löpare · g1 vit springare · h1 vit torn | a8 svart torn · b8 svart springare · c8 svart löpare · d8 svart drottning · e8 svart kung · f8 svart löpare · g8 svart springare · h8 svart torn · a7 svart bonde · b7 svart bonde · c7 svart bonde · d7 svart bonde · f7 svart bonde · g7 svart bonde · h7 svart bonde · e5 svart bonde · e4 vit bonde · a2 vit bonde · b2 vit bonde · c2 vit bonde · d2 vit bonde · f2 vit bonde · g2 vit bonde · h2 vit bonde · a1 vit torn · b1 vit springare · c1 vit löpare · d1 vit drottning · e1 vit kung · f1 vit löpare · g1 vit springare · h1 vit torn | a8 svart torn · b8 svart springare · c8 svart löpare · d8 svart drottning · e8 svart kung · f8 svart löpare · g8 svart springare · h8 svart torn · a7 svart bonde · b7 svart bonde · c7 svart bonde · d7 svart bonde · f7 svart bonde · g7 svart bonde · h7 svart bonde · e5 svart bonde · e4 vit bonde · a2 vit bonde · b2 vit bonde · c2 vit bonde · d2 vit bonde · f2 vit bonde · g2 vit bonde · h2 vit bonde · a1 vit torn · b1 vit springare · c1 vit löpare · d1 vit drottning · e1 vit kung · f1 vit löpare · g1 vit springare · h1 vit torn | a8 svart torn · b8 svart springare · c8 svart löpare · d8 svart drottning · e8 svart kung · f8 svart löpare · g8 svart springare · h8 svart torn · a7 svart bonde · b7 svart bonde · c7 svart bonde · d7 svart bonde · f7 svart bonde · g7 svart bonde · h7 svart bonde · e5 svart bonde · e4 vit bonde · a2 vit bonde · b2 vit bonde · c2 vit bonde · d2 vit bonde · f2 vit bonde · g2 vit bonde · h2 vit bonde · a1 vit torn · b1 vit springare · c1 vit löpare · d1 vit drottning · e1 vit kung · f1 vit löpare · g1 vit springare · h1 vit torn | a8 svart torn · b8 svart springare · c8 svart löpare · d8 svart drottning · e8 svart kung · f8 svart löpare · g8 svart springare · h8 svart torn · a7 svart bonde · b7 svart bonde · c7 svart bonde · d7 svart bonde · f7 svart bonde · g7 svart bonde · h7 svart bonde · e5 svart bonde · e4 vit bonde · a2 vit bonde · b2 vit bonde · c2 vit bonde · d2 vit bonde · f2 vit bonde · g2 vit bonde · h2 vit bonde · a1 vit torn · b1 vit springare · c1 vit löpare · d1 vit drottning · e1 vit kung · f1 vit löpare · g1 vit springare · h1 vit torn | a8 svart torn · b8 svart springare · c8 svart löpare · d8 svart drottning · e8 svart kung · f8 svart löpare · g8 svart springare · h8 svart torn · a7 svart bonde · b7 svart bonde · c7 svart bonde · d7 svart bonde · f7 svart bonde · g7 svart bonde · h7 svart bonde · e5 svart bonde · e4 vit bonde · a2 vit bonde · b2 vit bonde · c2 vit bonde · d2 vit bonde · f2 vit bonde · g2 vit bonde · h2 vit bonde · a1 vit torn · b1 vit springare · c1 vit löpare · d1 vit drottning · e1 vit kung · f1 vit löpare · g1 vit springare · h1 vit torn | a8 svart torn · b8 svart springare · c8 svart löpare · d8 svart drottning · e8 svart kung · f8 svart löpare · g8 svart springare · h8 svart torn · a7 svart bonde · b7 svart bonde · c7 svart bonde · d7 svart bonde · f7 svart bonde · g7 svart bonde · h7 svart bonde · e5 svart bonde · e4 vit bonde · a2 vit bonde · b2 vit bonde · c2 vit bonde · d2 vit bonde · f2 vit bonde · g2 vit bonde · h2 vit bonde · a1 vit torn · b1 vit springare · c1 vit löpare · d1 vit drottning · e1 vit kung · f1 vit löpare · g1 vit springare · h1 vit torn | 7 |
| 6 | a8 svart torn · b8 svart springare · c8 svart löpare · d8 svart drottning · e8 svart kung · f8 svart löpare · g8 svart springare · h8 svart torn · a7 svart bonde · b7 svart bonde · c7 svart bonde · d7 svart bonde · f7 svart bonde · g7 svart bonde · h7 svart bonde · e5 svart bonde · e4 vit bonde · a2 vit bonde · b2 vit bonde · c2 vit bonde · d2 vit bonde · f2 vit bonde · g2 vit bonde · h2 vit bonde · a1 vit torn · b1 vit springare · c1 vit löpare · d1 vit drottning · e1 vit kung · f1 vit löpare · g1 vit springare · h1 vit torn | a8 svart torn · b8 svart springare · c8 svart löpare · d8 svart drottning · e8 svart kung · f8 svart löpare · g8 svart springare · h8 svart torn · a7 svart bonde · b7 svart bonde · c7 svart bonde · d7 svart bonde · f7 svart bonde · g7 svart bonde · h7 svart bonde · e5 svart bonde · e4 vit bonde · a2 vit bonde · b2 vit bonde · c2 vit bonde · d2 vit bonde · f2 vit bonde · g2 vit bonde · h2 vit bonde · a1 vit torn · b1 vit springare · c1 vit löpare · d1 vit drottning · e1 vit kung · f1 vit löpare · g1 vit springare · h1 vit torn | a8 svart torn · b8 svart springare · c8 svart löpare · d8 svart drottning · e8 svart kung · f8 svart löpare · g8 svart springare · h8 svart torn · a7 svart bonde · b7 svart bonde · c7 svart bonde · d7 svart bonde · f7 svart bonde · g7 svart bonde · h7 svart bonde · e5 svart bonde · e4 vit bonde · a2 vit bonde · b2 vit bonde · c2 vit bonde · d2 vit bonde · f2 vit bonde · g2 vit bonde · h2 vit bonde · a1 vit torn · b1 vit springare · c1 vit löpare · d1 vit drottning · e1 vit kung · f1 vit löpare · g1 vit springare · h1 vit torn | a8 svart torn · b8 svart springare · c8 svart löpare · d8 svart drottning · e8 svart kung · f8 svart löpare · g8 svart springare · h8 svart torn · a7 svart bonde · b7 svart bonde · c7 svart bonde · d7 svart bonde · f7 svart bonde · g7 svart bonde · h7 svart bonde · e5 svart bonde · e4 vit bonde · a2 vit bonde · b2 vit bonde · c2 vit bonde · d2 vit bonde · f2 vit bonde · g2 vit bonde · h2 vit bonde · a1 vit torn · b1 vit springare · c1 vit löpare · d1 vit drottning · e1 vit kung · f1 vit löpare · g1 vit springare · h1 vit torn | a8 svart torn · b8 svart springare · c8 svart löpare · d8 svart drottning · e8 svart kung · f8 svart löpare · g8 svart springare · h8 svart torn · a7 svart bonde · b7 svart bonde · c7 svart bonde · d7 svart bonde · f7 svart bonde · g7 svart bonde · h7 svart bonde · e5 svart bonde · e4 vit bonde · a2 vit bonde · b2 vit bonde · c2 vit bonde · d2 vit bonde · f2 vit bonde · g2 vit bonde · h2 vit bonde · a1 vit torn · b1 vit springare · c1 vit löpare · d1 vit drottning · e1 vit kung · f1 vit löpare · g1 vit springare · h1 vit torn | a8 svart torn · b8 svart springare · c8 svart löpare · d8 svart drottning · e8 svart kung · f8 svart löpare · g8 svart springare · h8 svart torn · a7 svart bonde · b7 svart bonde · c7 svart bonde · d7 svart bonde · f7 svart bonde · g7 svart bonde · h7 svart bonde · e5 svart bonde · e4 vit bonde · a2 vit bonde · b2 vit bonde · c2 vit bonde · d2 vit bonde · f2 vit bonde · g2 vit bonde · h2 vit bonde · a1 vit torn · b1 vit springare · c1 vit löpare · d1 vit drottning · e1 vit kung · f1 vit löpare · g1 vit springare · h1 vit torn | a8 svart torn · b8 svart springare · c8 svart löpare · d8 svart drottning · e8 svart kung · f8 svart löpare · g8 svart springare · h8 svart torn · a7 svart bonde · b7 svart bonde · c7 svart bonde · d7 svart bonde · f7 svart bonde · g7 svart bonde · h7 svart bonde · e5 svart bonde · e4 vit bonde · a2 vit bonde · b2 vit bonde · c2 vit bonde · d2 vit bonde · f2 vit bonde · g2 vit bonde · h2 vit bonde · a1 vit torn · b1 vit springare · c1 vit löpare · d1 vit drottning · e1 vit kung · f1 vit löpare · g1 vit springare · h1 vit torn | a8 svart torn · b8 svart springare · c8 svart löpare · d8 svart drottning · e8 svart kung · f8 svart löpare · g8 svart springare · h8 svart torn · a7 svart bonde · b7 svart bonde · c7 svart bonde · d7 svart bonde · f7 svart bonde · g7 svart bonde · h7 svart bonde · e5 svart bonde · e4 vit bonde · a2 vit bonde · b2 vit bonde · c2 vit bonde · d2 vit bonde · f2 vit bonde · g2 vit bonde · h2 vit bonde · a1 vit torn · b1 vit springare · c1 vit löpare · d1 vit drottning · e1 vit kung · f1 vit löpare · g1 vit springare · h1 vit torn | 6 |
| 5 | a8 svart torn · b8 svart springare · c8 svart löpare · d8 svart drottning · e8 svart kung · f8 svart löpare · g8 svart springare · h8 svart torn · a7 svart bonde · b7 svart bonde · c7 svart bonde · d7 svart bonde · f7 svart bonde · g7 svart bonde · h7 svart bonde · e5 svart bonde · e4 vit bonde · a2 vit bonde · b2 vit bonde · c2 vit bonde · d2 vit bonde · f2 vit bonde · g2 vit bonde · h2 vit bonde · a1 vit torn · b1 vit springare · c1 vit löpare · d1 vit drottning · e1 vit kung · f1 vit löpare · g1 vit springare · h1 vit torn | a8 svart torn · b8 svart springare · c8 svart löpare · d8 svart drottning · e8 svart kung · f8 svart löpare · g8 svart springare · h8 svart torn · a7 svart bonde · b7 svart bonde · c7 svart bonde · d7 svart bonde · f7 svart bonde · g7 svart bonde · h7 svart bonde · e5 svart bonde · e4 vit bonde · a2 vit bonde · b2 vit bonde · c2 vit bonde · d2 vit bonde · f2 vit bonde · g2 vit bonde · h2 vit bonde · a1 vit torn · b1 vit springare · c1 vit löpare · d1 vit drottning · e1 vit kung · f1 vit löpare · g1 vit springare · h1 vit torn | a8 svart torn · b8 svart springare · c8 svart löpare · d8 svart drottning · e8 svart kung · f8 svart löpare · g8 svart springare · h8 svart torn · a7 svart bonde · b7 svart bonde · c7 svart bonde · d7 svart bonde · f7 svart bonde · g7 svart bonde · h7 svart bonde · e5 svart bonde · e4 vit bonde · a2 vit bonde · b2 vit bonde · c2 vit bonde · d2 vit bonde · f2 vit bonde · g2 vit bonde · h2 vit bonde · a1 vit torn · b1 vit springare · c1 vit löpare · d1 vit drottning · e1 vit kung · f1 vit löpare · g1 vit springare · h1 vit torn | a8 svart torn · b8 svart springare · c8 svart löpare · d8 svart drottning · e8 svart kung · f8 svart löpare · g8 svart springare · h8 svart torn · a7 svart bonde · b7 svart bonde · c7 svart bonde · d7 svart bonde · f7 svart bonde · g7 svart bonde · h7 svart bonde · e5 svart bonde · e4 vit bonde · a2 vit bonde · b2 vit bonde · c2 vit bonde · d2 vit bonde · f2 vit bonde · g2 vit bonde · h2 vit bonde · a1 vit torn · b1 vit springare · c1 vit löpare · d1 vit drottning · e1 vit kung · f1 vit löpare · g1 vit springare · h1 vit torn | a8 svart torn · b8 svart springare · c8 svart löpare · d8 svart drottning · e8 svart kung · f8 svart löpare · g8 svart springare · h8 svart torn · a7 svart bonde · b7 svart bonde · c7 svart bonde · d7 svart bonde · f7 svart bonde · g7 svart bonde · h7 svart bonde · e5 svart bonde · e4 vit bonde · a2 vit bonde · b2 vit bonde · c2 vit bonde · d2 vit bonde · f2 vit bonde · g2 vit bonde · h2 vit bonde · a1 vit torn · b1 vit springare · c1 vit löpare · d1 vit drottning · e1 vit kung · f1 vit löpare · g1 vit springare · h1 vit torn | a8 svart torn · b8 svart springare · c8 svart löpare · d8 svart drottning · e8 svart kung · f8 svart löpare · g8 svart springare · h8 svart torn · a7 svart bonde · b7 svart bonde · c7 svart bonde · d7 svart bonde · f7 svart bonde · g7 svart bonde · h7 svart bonde · e5 svart bonde · e4 vit bonde · a2 vit bonde · b2 vit bonde · c2 vit bonde · d2 vit bonde · f2 vit bonde · g2 vit bonde · h2 vit bonde · a1 vit torn · b1 vit springare · c1 vit löpare · d1 vit drottning · e1 vit kung · f1 vit löpare · g1 vit springare · h1 vit torn | a8 svart torn · b8 svart springare · c8 svart löpare · d8 svart drottning · e8 svart kung · f8 svart löpare · g8 svart springare · h8 svart torn · a7 svart bonde · b7 svart bonde · c7 svart bonde · d7 svart bonde · f7 svart bonde · g7 svart bonde · h7 svart bonde · e5 svart bonde · e4 vit bonde · a2 vit bonde · b2 vit bonde · c2 vit bonde · d2 vit bonde · f2 vit bonde · g2 vit bonde · h2 vit bonde · a1 vit torn · b1 vit springare · c1 vit löpare · d1 vit drottning · e1 vit kung · f1 vit löpare · g1 vit springare · h1 vit torn | a8 svart torn · b8 svart springare · c8 svart löpare · d8 svart drottning · e8 svart kung · f8 svart löpare · g8 svart springare · h8 svart torn · a7 svart bonde · b7 svart bonde · c7 svart bonde · d7 svart bonde · f7 svart bonde · g7 svart bonde · h7 svart bonde · e5 svart bonde · e4 vit bonde · a2 vit bonde · b2 vit bonde · c2 vit bonde · d2 vit bonde · f2 vit bonde · g2 vit bonde · h2 vit bonde · a1 vit torn · b1 vit springare · c1 vit löpare · d1 vit drottning · e1 vit kung · f1 vit löpare · g1 vit springare · h1 vit torn | 5 |
| 4 | a8 svart torn · b8 svart springare · c8 svart löpare · d8 svart drottning · e8 svart kung · f8 svart löpare · g8 svart springare · h8 svart torn · a7 svart bonde · b7 svart bonde · c7 svart bonde · d7 svart bonde · f7 svart bonde · g7 svart bonde · h7 svart bonde · e5 svart bonde · e4 vit bonde · a2 vit bonde · b2 vit bonde · c2 vit bonde · d2 vit bonde · f2 vit bonde · g2 vit bonde · h2 vit bonde · a1 vit torn · b1 vit springare · c1 vit löpare · d1 vit drottning · e1 vit kung · f1 vit löpare · g1 vit springare · h1 vit torn | a8 svart torn · b8 svart springare · c8 svart löpare · d8 svart drottning · e8 svart kung · f8 svart löpare · g8 svart springare · h8 svart torn · a7 svart bonde · b7 svart bonde · c7 svart bonde · d7 svart bonde · f7 svart bonde · g7 svart bonde · h7 svart bonde · e5 svart bonde · e4 vit bonde · a2 vit bonde · b2 vit bonde · c2 vit bonde · d2 vit bonde · f2 vit bonde · g2 vit bonde · h2 vit bonde · a1 vit torn · b1 vit springare · c1 vit löpare · d1 vit drottning · e1 vit kung · f1 vit löpare · g1 vit springare · h1 vit torn | a8 svart torn · b8 svart springare · c8 svart löpare · d8 svart drottning · e8 svart kung · f8 svart löpare · g8 svart springare · h8 svart torn · a7 svart bonde · b7 svart bonde · c7 svart bonde · d7 svart bonde · f7 svart bonde · g7 svart bonde · h7 svart bonde · e5 svart bonde · e4 vit bonde · a2 vit bonde · b2 vit bonde · c2 vit bonde · d2 vit bonde · f2 vit bonde · g2 vit bonde · h2 vit bonde · a1 vit torn · b1 vit springare · c1 vit löpare · d1 vit drottning · e1 vit kung · f1 vit löpare · g1 vit springare · h1 vit torn | a8 svart torn · b8 svart springare · c8 svart löpare · d8 svart drottning · e8 svart kung · f8 svart löpare · g8 svart springare · h8 svart torn · a7 svart bonde · b7 svart bonde · c7 svart bonde · d7 svart bonde · f7 svart bonde · g7 svart bonde · h7 svart bonde · e5 svart bonde · e4 vit bonde · a2 vit bonde · b2 vit bonde · c2 vit bonde · d2 vit bonde · f2 vit bonde · g2 vit bonde · h2 vit bonde · a1 vit torn · b1 vit springare · c1 vit löpare · d1 vit drottning · e1 vit kung · f1 vit löpare · g1 vit springare · h1 vit torn | a8 svart torn · b8 svart springare · c8 svart löpare · d8 svart drottning · e8 svart kung · f8 svart löpare · g8 svart springare · h8 svart torn · a7 svart bonde · b7 svart bonde · c7 svart bonde · d7 svart bonde · f7 svart bonde · g7 svart bonde · h7 svart bonde · e5 svart bonde · e4 vit bonde · a2 vit bonde · b2 vit bonde · c2 vit bonde · d2 vit bonde · f2 vit bonde · g2 vit bonde · h2 vit bonde · a1 vit torn · b1 vit springare · c1 vit löpare · d1 vit drottning · e1 vit kung · f1 vit löpare · g1 vit springare · h1 vit torn | a8 svart torn · b8 svart springare · c8 svart löpare · d8 svart drottning · e8 svart kung · f8 svart löpare · g8 svart springare · h8 svart torn · a7 svart bonde · b7 svart bonde · c7 svart bonde · d7 svart bonde · f7 svart bonde · g7 svart bonde · h7 svart bonde · e5 svart bonde · e4 vit bonde · a2 vit bonde · b2 vit bonde · c2 vit bonde · d2 vit bonde · f2 vit bonde · g2 vit bonde · h2 vit bonde · a1 vit torn · b1 vit springare · c1 vit löpare · d1 vit drottning · e1 vit kung · f1 vit löpare · g1 vit springare · h1 vit torn | a8 svart torn · b8 svart springare · c8 svart löpare · d8 svart drottning · e8 svart kung · f8 svart löpare · g8 svart springare · h8 svart torn · a7 svart bonde · b7 svart bonde · c7 svart bonde · d7 svart bonde · f7 svart bonde · g7 svart bonde · h7 svart bonde · e5 svart bonde · e4 vit bonde · a2 vit bonde · b2 vit bonde · c2 vit bonde · d2 vit bonde · f2 vit bonde · g2 vit bonde · h2 vit bonde · a1 vit torn · b1 vit springare · c1 vit löpare · d1 vit drottning · e1 vit kung · f1 vit löpare · g1 vit springare · h1 vit torn | a8 svart torn · b8 svart springare · c8 svart löpare · d8 svart drottning · e8 svart kung · f8 svart löpare · g8 svart springare · h8 svart torn · a7 svart bonde · b7 svart bonde · c7 svart bonde · d7 svart bonde · f7 svart bonde · g7 svart bonde · h7 svart bonde · e5 svart bonde · e4 vit bonde · a2 vit bonde · b2 vit bonde · c2 vit bonde · d2 vit bonde · f2 vit bonde · g2 vit bonde · h2 vit bonde · a1 vit torn · b1 vit springare · c1 vit löpare · d1 vit drottning · e1 vit kung · f1 vit löpare · g1 vit springare · h1 vit torn | 4 |
| 3 | a8 svart torn · b8 svart springare · c8 svart löpare · d8 svart drottning · e8 svart kung · f8 svart löpare · g8 svart springare · h8 svart torn · a7 svart bonde · b7 svart bonde · c7 svart bonde · d7 svart bonde · f7 svart bonde · g7 svart bonde · h7 svart bonde · e5 svart bonde · e4 vit bonde · a2 vit bonde · b2 vit bonde · c2 vit bonde · d2 vit bonde · f2 vit bonde · g2 vit bonde · h2 vit bonde · a1 vit torn · b1 vit springare · c1 vit löpare · d1 vit drottning · e1 vit kung · f1 vit löpare · g1 vit springare · h1 vit torn | a8 svart torn · b8 svart springare · c8 svart löpare · d8 svart drottning · e8 svart kung · f8 svart löpare · g8 svart springare · h8 svart torn · a7 svart bonde · b7 svart bonde · c7 svart bonde · d7 svart bonde · f7 svart bonde · g7 svart bonde · h7 svart bonde · e5 svart bonde · e4 vit bonde · a2 vit bonde · b2 vit bonde · c2 vit bonde · d2 vit bonde · f2 vit bonde · g2 vit bonde · h2 vit bonde · a1 vit torn · b1 vit springare · c1 vit löpare · d1 vit drottning · e1 vit kung · f1 vit löpare · g1 vit springare · h1 vit torn | a8 svart torn · b8 svart springare · c8 svart löpare · d8 svart drottning · e8 svart kung · f8 svart löpare · g8 svart springare · h8 svart torn · a7 svart bonde · b7 svart bonde · c7 svart bonde · d7 svart bonde · f7 svart bonde · g7 svart bonde · h7 svart bonde · e5 svart bonde · e4 vit bonde · a2 vit bonde · b2 vit bonde · c2 vit bonde · d2 vit bonde · f2 vit bonde · g2 vit bonde · h2 vit bonde · a1 vit torn · b1 vit springare · c1 vit löpare · d1 vit drottning · e1 vit kung · f1 vit löpare · g1 vit springare · h1 vit torn | a8 svart torn · b8 svart springare · c8 svart löpare · d8 svart drottning · e8 svart kung · f8 svart löpare · g8 svart springare · h8 svart torn · a7 svart bonde · b7 svart bonde · c7 svart bonde · d7 svart bonde · f7 svart bonde · g7 svart bonde · h7 svart bonde · e5 svart bonde · e4 vit bonde · a2 vit bonde · b2 vit bonde · c2 vit bonde · d2 vit bonde · f2 vit bonde · g2 vit bonde · h2 vit bonde · a1 vit torn · b1 vit springare · c1 vit löpare · d1 vit drottning · e1 vit kung · f1 vit löpare · g1 vit springare · h1 vit torn | a8 svart torn · b8 svart springare · c8 svart löpare · d8 svart drottning · e8 svart kung · f8 svart löpare · g8 svart springare · h8 svart torn · a7 svart bonde · b7 svart bonde · c7 svart bonde · d7 svart bonde · f7 svart bonde · g7 svart bonde · h7 svart bonde · e5 svart bonde · e4 vit bonde · a2 vit bonde · b2 vit bonde · c2 vit bonde · d2 vit bonde · f2 vit bonde · g2 vit bonde · h2 vit bonde · a1 vit torn · b1 vit springare · c1 vit löpare · d1 vit drottning · e1 vit kung · f1 vit löpare · g1 vit springare · h1 vit torn | a8 svart torn · b8 svart springare · c8 svart löpare · d8 svart drottning · e8 svart kung · f8 svart löpare · g8 svart springare · h8 svart torn · a7 svart bonde · b7 svart bonde · c7 svart bonde · d7 svart bonde · f7 svart bonde · g7 svart bonde · h7 svart bonde · e5 svart bonde · e4 vit bonde · a2 vit bonde · b2 vit bonde · c2 vit bonde · d2 vit bonde · f2 vit bonde · g2 vit bonde · h2 vit bonde · a1 vit torn · b1 vit springare · c1 vit löpare · d1 vit drottning · e1 vit kung · f1 vit löpare · g1 vit springare · h1 vit torn | a8 svart torn · b8 svart springare · c8 svart löpare · d8 svart drottning · e8 svart kung · f8 svart löpare · g8 svart springare · h8 svart torn · a7 svart bonde · b7 svart bonde · c7 svart bonde · d7 svart bonde · f7 svart bonde · g7 svart bonde · h7 svart bonde · e5 svart bonde · e4 vit bonde · a2 vit bonde · b2 vit bonde · c2 vit bonde · d2 vit bonde · f2 vit bonde · g2 vit bonde · h2 vit bonde · a1 vit torn · b1 vit springare · c1 vit löpare · d1 vit drottning · e1 vit kung · f1 vit löpare · g1 vit springare · h1 vit torn | a8 svart torn · b8 svart springare · c8 svart löpare · d8 svart drottning · e8 svart kung · f8 svart löpare · g8 svart springare · h8 svart torn · a7 svart bonde · b7 svart bonde · c7 svart bonde · d7 svart bonde · f7 svart bonde · g7 svart bonde · h7 svart bonde · e5 svart bonde · e4 vit bonde · a2 vit bonde · b2 vit bonde · c2 vit bonde · d2 vit bonde · f2 vit bonde · g2 vit bonde · h2 vit bonde · a1 vit torn · b1 vit springare · c1 vit löpare · d1 vit drottning · e1 vit kung · f1 vit löpare · g1 vit springare · h1 vit torn | 3 |
| 2 | a8 svart torn · b8 svart springare · c8 svart löpare · d8 svart drottning · e8 svart kung · f8 svart löpare · g8 svart springare · h8 svart torn · a7 svart bonde · b7 svart bonde · c7 svart bonde · d7 svart bonde · f7 svart bonde · g7 svart bonde · h7 svart bonde · e5 svart bonde · e4 vit bonde · a2 vit bonde · b2 vit bonde · c2 vit bonde · d2 vit bonde · f2 vit bonde · g2 vit bonde · h2 vit bonde · a1 vit torn · b1 vit springare · c1 vit löpare · d1 vit drottning · e1 vit kung · f1 vit löpare · g1 vit springare · h1 vit torn | a8 svart torn · b8 svart springare · c8 svart löpare · d8 svart drottning · e8 svart kung · f8 svart löpare · g8 svart springare · h8 svart torn · a7 svart bonde · b7 svart bonde · c7 svart bonde · d7 svart bonde · f7 svart bonde · g7 svart bonde · h7 svart bonde · e5 svart bonde · e4 vit bonde · a2 vit bonde · b2 vit bonde · c2 vit bonde · d2 vit bonde · f2 vit bonde · g2 vit bonde · h2 vit bonde · a1 vit torn · b1 vit springare · c1 vit löpare · d1 vit drottning · e1 vit kung · f1 vit löpare · g1 vit springare · h1 vit torn | a8 svart torn · b8 svart springare · c8 svart löpare · d8 svart drottning · e8 svart kung · f8 svart löpare · g8 svart springare · h8 svart torn · a7 svart bonde · b7 svart bonde · c7 svart bonde · d7 svart bonde · f7 svart bonde · g7 svart bonde · h7 svart bonde · e5 svart bonde · e4 vit bonde · a2 vit bonde · b2 vit bonde · c2 vit bonde · d2 vit bonde · f2 vit bonde · g2 vit bonde · h2 vit bonde · a1 vit torn · b1 vit springare · c1 vit löpare · d1 vit drottning · e1 vit kung · f1 vit löpare · g1 vit springare · h1 vit torn | a8 svart torn · b8 svart springare · c8 svart löpare · d8 svart drottning · e8 svart kung · f8 svart löpare · g8 svart springare · h8 svart torn · a7 svart bonde · b7 svart bonde · c7 svart bonde · d7 svart bonde · f7 svart bonde · g7 svart bonde · h7 svart bonde · e5 svart bonde · e4 vit bonde · a2 vit bonde · b2 vit bonde · c2 vit bonde · d2 vit bonde · f2 vit bonde · g2 vit bonde · h2 vit bonde · a1 vit torn · b1 vit springare · c1 vit löpare · d1 vit drottning · e1 vit kung · f1 vit löpare · g1 vit springare · h1 vit torn | a8 svart torn · b8 svart springare · c8 svart löpare · d8 svart drottning · e8 svart kung · f8 svart löpare · g8 svart springare · h8 svart torn · a7 svart bonde · b7 svart bonde · c7 svart bonde · d7 svart bonde · f7 svart bonde · g7 svart bonde · h7 svart bonde · e5 svart bonde · e4 vit bonde · a2 vit bonde · b2 vit bonde · c2 vit bonde · d2 vit bonde · f2 vit bonde · g2 vit bonde · h2 vit bonde · a1 vit torn · b1 vit springare · c1 vit löpare · d1 vit drottning · e1 vit kung · f1 vit löpare · g1 vit springare · h1 vit torn | a8 svart torn · b8 svart springare · c8 svart löpare · d8 svart drottning · e8 svart kung · f8 svart löpare · g8 svart springare · h8 svart torn · a7 svart bonde · b7 svart bonde · c7 svart bonde · d7 svart bonde · f7 svart bonde · g7 svart bonde · h7 svart bonde · e5 svart bonde · e4 vit bonde · a2 vit bonde · b2 vit bonde · c2 vit bonde · d2 vit bonde · f2 vit bonde · g2 vit bonde · h2 vit bonde · a1 vit torn · b1 vit springare · c1 vit löpare · d1 vit drottning · e1 vit kung · f1 vit löpare · g1 vit springare · h1 vit torn | a8 svart torn · b8 svart springare · c8 svart löpare · d8 svart drottning · e8 svart kung · f8 svart löpare · g8 svart springare · h8 svart torn · a7 svart bonde · b7 svart bonde · c7 svart bonde · d7 svart bonde · f7 svart bonde · g7 svart bonde · h7 svart bonde · e5 svart bonde · e4 vit bonde · a2 vit bonde · b2 vit bonde · c2 vit bonde · d2 vit bonde · f2 vit bonde · g2 vit bonde · h2 vit bonde · a1 vit torn · b1 vit springare · c1 vit löpare · d1 vit drottning · e1 vit kung · f1 vit löpare · g1 vit springare · h1 vit torn | a8 svart torn · b8 svart springare · c8 svart löpare · d8 svart drottning · e8 svart kung · f8 svart löpare · g8 svart springare · h8 svart torn · a7 svart bonde · b7 svart bonde · c7 svart bonde · d7 svart bonde · f7 svart bonde · g7 svart bonde · h7 svart bonde · e5 svart bonde · e4 vit bonde · a2 vit bonde · b2 vit bonde · c2 vit bonde · d2 vit bonde · f2 vit bonde · g2 vit bonde · h2 vit bonde · a1 vit torn · b1 vit springare · c1 vit löpare · d1 vit drottning · e1 vit kung · f1 vit löpare · g1 vit springare · h1 vit torn | 2 |
| 1 | a8 svart torn · b8 svart springare · c8 svart löpare · d8 svart drottning · e8 svart kung · f8 svart löpare · g8 svart springare · h8 svart torn · a7 svart bonde · b7 svart bonde · c7 svart bonde · d7 svart bonde · f7 svart bonde · g7 svart bonde · h7 svart bonde · e5 svart bonde · e4 vit bonde · a2 vit bonde · b2 vit bonde · c2 vit bonde · d2 vit bonde · f2 vit bonde · g2 vit bonde · h2 vit bonde · a1 vit torn · b1 vit springare · c1 vit löpare · d1 vit drottning · e1 vit kung · f1 vit löpare · g1 vit springare · h1 vit torn | a8 svart torn · b8 svart springare · c8 svart löpare · d8 svart drottning · e8 svart kung · f8 svart löpare · g8 svart springare · h8 svart torn · a7 svart bonde · b7 svart bonde · c7 svart bonde · d7 svart bonde · f7 svart bonde · g7 svart bonde · h7 svart bonde · e5 svart bonde · e4 vit bonde · a2 vit bonde · b2 vit bonde · c2 vit bonde · d2 vit bonde · f2 vit bonde · g2 vit bonde · h2 vit bonde · a1 vit torn · b1 vit springare · c1 vit löpare · d1 vit drottning · e1 vit kung · f1 vit löpare · g1 vit springare · h1 vit torn | a8 svart torn · b8 svart springare · c8 svart löpare · d8 svart drottning · e8 svart kung · f8 svart löpare · g8 svart springare · h8 svart torn · a7 svart bonde · b7 svart bonde · c7 svart bonde · d7 svart bonde · f7 svart bonde · g7 svart bonde · h7 svart bonde · e5 svart bonde · e4 vit bonde · a2 vit bonde · b2 vit bonde · c2 vit bonde · d2 vit bonde · f2 vit bonde · g2 vit bonde · h2 vit bonde · a1 vit torn · b1 vit springare · c1 vit löpare · d1 vit drottning · e1 vit kung · f1 vit löpare · g1 vit springare · h1 vit torn | a8 svart torn · b8 svart springare · c8 svart löpare · d8 svart drottning · e8 svart kung · f8 svart löpare · g8 svart springare · h8 svart torn · a7 svart bonde · b7 svart bonde · c7 svart bonde · d7 svart bonde · f7 svart bonde · g7 svart bonde · h7 svart bonde · e5 svart bonde · e4 vit bonde · a2 vit bonde · b2 vit bonde · c2 vit bonde · d2 vit bonde · f2 vit bonde · g2 vit bonde · h2 vit bonde · a1 vit torn · b1 vit springare · c1 vit löpare · d1 vit drottning · e1 vit kung · f1 vit löpare · g1 vit springare · h1 vit torn | a8 svart torn · b8 svart springare · c8 svart löpare · d8 svart drottning · e8 svart kung · f8 svart löpare · g8 svart springare · h8 svart torn · a7 svart bonde · b7 svart bonde · c7 svart bonde · d7 svart bonde · f7 svart bonde · g7 svart bonde · h7 svart bonde · e5 svart bonde · e4 vit bonde · a2 vit bonde · b2 vit bonde · c2 vit bonde · d2 vit bonde · f2 vit bonde · g2 vit bonde · h2 vit bonde · a1 vit torn · b1 vit springare · c1 vit löpare · d1 vit drottning · e1 vit kung · f1 vit löpare · g1 vit springare · h1 vit torn | a8 svart torn · b8 svart springare · c8 svart löpare · d8 svart drottning · e8 svart kung · f8 svart löpare · g8 svart springare · h8 svart torn · a7 svart bonde · b7 svart bonde · c7 svart bonde · d7 svart bonde · f7 svart bonde · g7 svart bonde · h7 svart bonde · e5 svart bonde · e4 vit bonde · a2 vit bonde · b2 vit bonde · c2 vit bonde · d2 vit bonde · f2 vit bonde · g2 vit bonde · h2 vit bonde · a1 vit torn · b1 vit springare · c1 vit löpare · d1 vit drottning · e1 vit kung · f1 vit löpare · g1 vit springare · h1 vit torn | a8 svart torn · b8 svart springare · c8 svart löpare · d8 svart drottning · e8 svart kung · f8 svart löpare · g8 svart springare · h8 svart torn · a7 svart bonde · b7 svart bonde · c7 svart bonde · d7 svart bonde · f7 svart bonde · g7 svart bonde · h7 svart bonde · e5 svart bonde · e4 vit bonde · a2 vit bonde · b2 vit bonde · c2 vit bonde · d2 vit bonde · f2 vit bonde · g2 vit bonde · h2 vit bonde · a1 vit torn · b1 vit springare · c1 vit löpare · d1 vit drottning · e1 vit kung · f1 vit löpare · g1 vit springare · h1 vit torn | a8 svart torn · b8 svart springare · c8 svart löpare · d8 svart drottning · e8 svart kung · f8 svart löpare · g8 svart springare · h8 svart torn · a7 svart bonde · b7 svart bonde · c7 svart bonde · d7 svart bonde · f7 svart bonde · g7 svart bonde · h7 svart bonde · e5 svart bonde · e4 vit bonde · a2 vit bonde · b2 vit bonde · c2 vit bonde · d2 vit bonde · f2 vit bonde · g2 vit bonde · h2 vit bonde · a1 vit torn · b1 vit springare · c1 vit löpare · d1 vit drottning · e1 vit kung · f1 vit löpare · g1 vit springare · h1 vit torn | 1 |
|   | a | b | c | d | e | f | g | h |   |

C20 Kungsbondespel
1.e4 e5
C21 Centrumspel
1.e4 e5 2.d4 exd4
C22 Centrumspel
1.e4 e5 2.d4 exd4 3.Dxd4 Sc6
C23 Löparspel
1.e4 e5 2.Lc4
C24 Löparspel
1.e4 e5 2.Lc4 Sf6
C25 Wienerparti
1.e4 e5 2.Sc3
C26 Wienerparti
1.e4 e5 2.Sc3 Sf6
C27 Wienerparti
1.e4 e5 2.Sc3 Sf6 3.Lc4 Sxe4
C28 Wienerparti
1.e4 e5 2.Sc3 Sf6 3.Lc4 Sc6
C29 Wienerparti, Wienergambit
1.e4 e5 2.Sc3 Sf6 3.f4
|   | a | b | c | d | e | f | g | h |   |
| 8 | a8 svart torn · b8 svart springare · c8 svart löpare · d8 svart drottning · e8 svart kung · f8 svart löpare · g8 svart springare · h8 svart torn · a7 svart bonde · b7 svart bonde · c7 svart bonde · d7 svart bonde · f7 svart bonde · g7 svart bonde · h7 svart bonde · e5 svart bonde · e4 vit bonde · f4 vit bonde · a2 vit bonde · b2 vit bonde · c2 vit bonde · d2 vit bonde · g2 vit bonde · h2 vit bonde · a1 vit torn · b1 vit springare · c1 vit löpare · d1 vit drottning · e1 vit kung · f1 vit löpare · g1 vit springare · h1 vit torn | a8 svart torn · b8 svart springare · c8 svart löpare · d8 svart drottning · e8 svart kung · f8 svart löpare · g8 svart springare · h8 svart torn · a7 svart bonde · b7 svart bonde · c7 svart bonde · d7 svart bonde · f7 svart bonde · g7 svart bonde · h7 svart bonde · e5 svart bonde · e4 vit bonde · f4 vit bonde · a2 vit bonde · b2 vit bonde · c2 vit bonde · d2 vit bonde · g2 vit bonde · h2 vit bonde · a1 vit torn · b1 vit springare · c1 vit löpare · d1 vit drottning · e1 vit kung · f1 vit löpare · g1 vit springare · h1 vit torn | a8 svart torn · b8 svart springare · c8 svart löpare · d8 svart drottning · e8 svart kung · f8 svart löpare · g8 svart springare · h8 svart torn · a7 svart bonde · b7 svart bonde · c7 svart bonde · d7 svart bonde · f7 svart bonde · g7 svart bonde · h7 svart bonde · e5 svart bonde · e4 vit bonde · f4 vit bonde · a2 vit bonde · b2 vit bonde · c2 vit bonde · d2 vit bonde · g2 vit bonde · h2 vit bonde · a1 vit torn · b1 vit springare · c1 vit löpare · d1 vit drottning · e1 vit kung · f1 vit löpare · g1 vit springare · h1 vit torn | a8 svart torn · b8 svart springare · c8 svart löpare · d8 svart drottning · e8 svart kung · f8 svart löpare · g8 svart springare · h8 svart torn · a7 svart bonde · b7 svart bonde · c7 svart bonde · d7 svart bonde · f7 svart bonde · g7 svart bonde · h7 svart bonde · e5 svart bonde · e4 vit bonde · f4 vit bonde · a2 vit bonde · b2 vit bonde · c2 vit bonde · d2 vit bonde · g2 vit bonde · h2 vit bonde · a1 vit torn · b1 vit springare · c1 vit löpare · d1 vit drottning · e1 vit kung · f1 vit löpare · g1 vit springare · h1 vit torn | a8 svart torn · b8 svart springare · c8 svart löpare · d8 svart drottning · e8 svart kung · f8 svart löpare · g8 svart springare · h8 svart torn · a7 svart bonde · b7 svart bonde · c7 svart bonde · d7 svart bonde · f7 svart bonde · g7 svart bonde · h7 svart bonde · e5 svart bonde · e4 vit bonde · f4 vit bonde · a2 vit bonde · b2 vit bonde · c2 vit bonde · d2 vit bonde · g2 vit bonde · h2 vit bonde · a1 vit torn · b1 vit springare · c1 vit löpare · d1 vit drottning · e1 vit kung · f1 vit löpare · g1 vit springare · h1 vit torn | a8 svart torn · b8 svart springare · c8 svart löpare · d8 svart drottning · e8 svart kung · f8 svart löpare · g8 svart springare · h8 svart torn · a7 svart bonde · b7 svart bonde · c7 svart bonde · d7 svart bonde · f7 svart bonde · g7 svart bonde · h7 svart bonde · e5 svart bonde · e4 vit bonde · f4 vit bonde · a2 vit bonde · b2 vit bonde · c2 vit bonde · d2 vit bonde · g2 vit bonde · h2 vit bonde · a1 vit torn · b1 vit springare · c1 vit löpare · d1 vit drottning · e1 vit kung · f1 vit löpare · g1 vit springare · h1 vit torn | a8 svart torn · b8 svart springare · c8 svart löpare · d8 svart drottning · e8 svart kung · f8 svart löpare · g8 svart springare · h8 svart torn · a7 svart bonde · b7 svart bonde · c7 svart bonde · d7 svart bonde · f7 svart bonde · g7 svart bonde · h7 svart bonde · e5 svart bonde · e4 vit bonde · f4 vit bonde · a2 vit bonde · b2 vit bonde · c2 vit bonde · d2 vit bonde · g2 vit bonde · h2 vit bonde · a1 vit torn · b1 vit springare · c1 vit löpare · d1 vit drottning · e1 vit kung · f1 vit löpare · g1 vit springare · h1 vit torn | a8 svart torn · b8 svart springare · c8 svart löpare · d8 svart drottning · e8 svart kung · f8 svart löpare · g8 svart springare · h8 svart torn · a7 svart bonde · b7 svart bonde · c7 svart bonde · d7 svart bonde · f7 svart bonde · g7 svart bonde · h7 svart bonde · e5 svart bonde · e4 vit bonde · f4 vit bonde · a2 vit bonde · b2 vit bonde · c2 vit bonde · d2 vit bonde · g2 vit bonde · h2 vit bonde · a1 vit torn · b1 vit springare · c1 vit löpare · d1 vit drottning · e1 vit kung · f1 vit löpare · g1 vit springare · h1 vit torn | 8 |
| 7 | a8 svart torn · b8 svart springare · c8 svart löpare · d8 svart drottning · e8 svart kung · f8 svart löpare · g8 svart springare · h8 svart torn · a7 svart bonde · b7 svart bonde · c7 svart bonde · d7 svart bonde · f7 svart bonde · g7 svart bonde · h7 svart bonde · e5 svart bonde · e4 vit bonde · f4 vit bonde · a2 vit bonde · b2 vit bonde · c2 vit bonde · d2 vit bonde · g2 vit bonde · h2 vit bonde · a1 vit torn · b1 vit springare · c1 vit löpare · d1 vit drottning · e1 vit kung · f1 vit löpare · g1 vit springare · h1 vit torn | a8 svart torn · b8 svart springare · c8 svart löpare · d8 svart drottning · e8 svart kung · f8 svart löpare · g8 svart springare · h8 svart torn · a7 svart bonde · b7 svart bonde · c7 svart bonde · d7 svart bonde · f7 svart bonde · g7 svart bonde · h7 svart bonde · e5 svart bonde · e4 vit bonde · f4 vit bonde · a2 vit bonde · b2 vit bonde · c2 vit bonde · d2 vit bonde · g2 vit bonde · h2 vit bonde · a1 vit torn · b1 vit springare · c1 vit löpare · d1 vit drottning · e1 vit kung · f1 vit löpare · g1 vit springare · h1 vit torn | a8 svart torn · b8 svart springare · c8 svart löpare · d8 svart drottning · e8 svart kung · f8 svart löpare · g8 svart springare · h8 svart torn · a7 svart bonde · b7 svart bonde · c7 svart bonde · d7 svart bonde · f7 svart bonde · g7 svart bonde · h7 svart bonde · e5 svart bonde · e4 vit bonde · f4 vit bonde · a2 vit bonde · b2 vit bonde · c2 vit bonde · d2 vit bonde · g2 vit bonde · h2 vit bonde · a1 vit torn · b1 vit springare · c1 vit löpare · d1 vit drottning · e1 vit kung · f1 vit löpare · g1 vit springare · h1 vit torn | a8 svart torn · b8 svart springare · c8 svart löpare · d8 svart drottning · e8 svart kung · f8 svart löpare · g8 svart springare · h8 svart torn · a7 svart bonde · b7 svart bonde · c7 svart bonde · d7 svart bonde · f7 svart bonde · g7 svart bonde · h7 svart bonde · e5 svart bonde · e4 vit bonde · f4 vit bonde · a2 vit bonde · b2 vit bonde · c2 vit bonde · d2 vit bonde · g2 vit bonde · h2 vit bonde · a1 vit torn · b1 vit springare · c1 vit löpare · d1 vit drottning · e1 vit kung · f1 vit löpare · g1 vit springare · h1 vit torn | a8 svart torn · b8 svart springare · c8 svart löpare · d8 svart drottning · e8 svart kung · f8 svart löpare · g8 svart springare · h8 svart torn · a7 svart bonde · b7 svart bonde · c7 svart bonde · d7 svart bonde · f7 svart bonde · g7 svart bonde · h7 svart bonde · e5 svart bonde · e4 vit bonde · f4 vit bonde · a2 vit bonde · b2 vit bonde · c2 vit bonde · d2 vit bonde · g2 vit bonde · h2 vit bonde · a1 vit torn · b1 vit springare · c1 vit löpare · d1 vit drottning · e1 vit kung · f1 vit löpare · g1 vit springare · h1 vit torn | a8 svart torn · b8 svart springare · c8 svart löpare · d8 svart drottning · e8 svart kung · f8 svart löpare · g8 svart springare · h8 svart torn · a7 svart bonde · b7 svart bonde · c7 svart bonde · d7 svart bonde · f7 svart bonde · g7 svart bonde · h7 svart bonde · e5 svart bonde · e4 vit bonde · f4 vit bonde · a2 vit bonde · b2 vit bonde · c2 vit bonde · d2 vit bonde · g2 vit bonde · h2 vit bonde · a1 vit torn · b1 vit springare · c1 vit löpare · d1 vit drottning · e1 vit kung · f1 vit löpare · g1 vit springare · h1 vit torn | a8 svart torn · b8 svart springare · c8 svart löpare · d8 svart drottning · e8 svart kung · f8 svart löpare · g8 svart springare · h8 svart torn · a7 svart bonde · b7 svart bonde · c7 svart bonde · d7 svart bonde · f7 svart bonde · g7 svart bonde · h7 svart bonde · e5 svart bonde · e4 vit bonde · f4 vit bonde · a2 vit bonde · b2 vit bonde · c2 vit bonde · d2 vit bonde · g2 vit bonde · h2 vit bonde · a1 vit torn · b1 vit springare · c1 vit löpare · d1 vit drottning · e1 vit kung · f1 vit löpare · g1 vit springare · h1 vit torn | a8 svart torn · b8 svart springare · c8 svart löpare · d8 svart drottning · e8 svart kung · f8 svart löpare · g8 svart springare · h8 svart torn · a7 svart bonde · b7 svart bonde · c7 svart bonde · d7 svart bonde · f7 svart bonde · g7 svart bonde · h7 svart bonde · e5 svart bonde · e4 vit bonde · f4 vit bonde · a2 vit bonde · b2 vit bonde · c2 vit bonde · d2 vit bonde · g2 vit bonde · h2 vit bonde · a1 vit torn · b1 vit springare · c1 vit löpare · d1 vit drottning · e1 vit kung · f1 vit löpare · g1 vit springare · h1 vit torn | 7 |
| 6 | a8 svart torn · b8 svart springare · c8 svart löpare · d8 svart drottning · e8 svart kung · f8 svart löpare · g8 svart springare · h8 svart torn · a7 svart bonde · b7 svart bonde · c7 svart bonde · d7 svart bonde · f7 svart bonde · g7 svart bonde · h7 svart bonde · e5 svart bonde · e4 vit bonde · f4 vit bonde · a2 vit bonde · b2 vit bonde · c2 vit bonde · d2 vit bonde · g2 vit bonde · h2 vit bonde · a1 vit torn · b1 vit springare · c1 vit löpare · d1 vit drottning · e1 vit kung · f1 vit löpare · g1 vit springare · h1 vit torn | a8 svart torn · b8 svart springare · c8 svart löpare · d8 svart drottning · e8 svart kung · f8 svart löpare · g8 svart springare · h8 svart torn · a7 svart bonde · b7 svart bonde · c7 svart bonde · d7 svart bonde · f7 svart bonde · g7 svart bonde · h7 svart bonde · e5 svart bonde · e4 vit bonde · f4 vit bonde · a2 vit bonde · b2 vit bonde · c2 vit bonde · d2 vit bonde · g2 vit bonde · h2 vit bonde · a1 vit torn · b1 vit springare · c1 vit löpare · d1 vit drottning · e1 vit kung · f1 vit löpare · g1 vit springare · h1 vit torn | a8 svart torn · b8 svart springare · c8 svart löpare · d8 svart drottning · e8 svart kung · f8 svart löpare · g8 svart springare · h8 svart torn · a7 svart bonde · b7 svart bonde · c7 svart bonde · d7 svart bonde · f7 svart bonde · g7 svart bonde · h7 svart bonde · e5 svart bonde · e4 vit bonde · f4 vit bonde · a2 vit bonde · b2 vit bonde · c2 vit bonde · d2 vit bonde · g2 vit bonde · h2 vit bonde · a1 vit torn · b1 vit springare · c1 vit löpare · d1 vit drottning · e1 vit kung · f1 vit löpare · g1 vit springare · h1 vit torn | a8 svart torn · b8 svart springare · c8 svart löpare · d8 svart drottning · e8 svart kung · f8 svart löpare · g8 svart springare · h8 svart torn · a7 svart bonde · b7 svart bonde · c7 svart bonde · d7 svart bonde · f7 svart bonde · g7 svart bonde · h7 svart bonde · e5 svart bonde · e4 vit bonde · f4 vit bonde · a2 vit bonde · b2 vit bonde · c2 vit bonde · d2 vit bonde · g2 vit bonde · h2 vit bonde · a1 vit torn · b1 vit springare · c1 vit löpare · d1 vit drottning · e1 vit kung · f1 vit löpare · g1 vit springare · h1 vit torn | a8 svart torn · b8 svart springare · c8 svart löpare · d8 svart drottning · e8 svart kung · f8 svart löpare · g8 svart springare · h8 svart torn · a7 svart bonde · b7 svart bonde · c7 svart bonde · d7 svart bonde · f7 svart bonde · g7 svart bonde · h7 svart bonde · e5 svart bonde · e4 vit bonde · f4 vit bonde · a2 vit bonde · b2 vit bonde · c2 vit bonde · d2 vit bonde · g2 vit bonde · h2 vit bonde · a1 vit torn · b1 vit springare · c1 vit löpare · d1 vit drottning · e1 vit kung · f1 vit löpare · g1 vit springare · h1 vit torn | a8 svart torn · b8 svart springare · c8 svart löpare · d8 svart drottning · e8 svart kung · f8 svart löpare · g8 svart springare · h8 svart torn · a7 svart bonde · b7 svart bonde · c7 svart bonde · d7 svart bonde · f7 svart bonde · g7 svart bonde · h7 svart bonde · e5 svart bonde · e4 vit bonde · f4 vit bonde · a2 vit bonde · b2 vit bonde · c2 vit bonde · d2 vit bonde · g2 vit bonde · h2 vit bonde · a1 vit torn · b1 vit springare · c1 vit löpare · d1 vit drottning · e1 vit kung · f1 vit löpare · g1 vit springare · h1 vit torn | a8 svart torn · b8 svart springare · c8 svart löpare · d8 svart drottning · e8 svart kung · f8 svart löpare · g8 svart springare · h8 svart torn · a7 svart bonde · b7 svart bonde · c7 svart bonde · d7 svart bonde · f7 svart bonde · g7 svart bonde · h7 svart bonde · e5 svart bonde · e4 vit bonde · f4 vit bonde · a2 vit bonde · b2 vit bonde · c2 vit bonde · d2 vit bonde · g2 vit bonde · h2 vit bonde · a1 vit torn · b1 vit springare · c1 vit löpare · d1 vit drottning · e1 vit kung · f1 vit löpare · g1 vit springare · h1 vit torn | a8 svart torn · b8 svart springare · c8 svart löpare · d8 svart drottning · e8 svart kung · f8 svart löpare · g8 svart springare · h8 svart torn · a7 svart bonde · b7 svart bonde · c7 svart bonde · d7 svart bonde · f7 svart bonde · g7 svart bonde · h7 svart bonde · e5 svart bonde · e4 vit bonde · f4 vit bonde · a2 vit bonde · b2 vit bonde · c2 vit bonde · d2 vit bonde · g2 vit bonde · h2 vit bonde · a1 vit torn · b1 vit springare · c1 vit löpare · d1 vit drottning · e1 vit kung · f1 vit löpare · g1 vit springare · h1 vit torn | 6 |
| 5 | a8 svart torn · b8 svart springare · c8 svart löpare · d8 svart drottning · e8 svart kung · f8 svart löpare · g8 svart springare · h8 svart torn · a7 svart bonde · b7 svart bonde · c7 svart bonde · d7 svart bonde · f7 svart bonde · g7 svart bonde · h7 svart bonde · e5 svart bonde · e4 vit bonde · f4 vit bonde · a2 vit bonde · b2 vit bonde · c2 vit bonde · d2 vit bonde · g2 vit bonde · h2 vit bonde · a1 vit torn · b1 vit springare · c1 vit löpare · d1 vit drottning · e1 vit kung · f1 vit löpare · g1 vit springare · h1 vit torn | a8 svart torn · b8 svart springare · c8 svart löpare · d8 svart drottning · e8 svart kung · f8 svart löpare · g8 svart springare · h8 svart torn · a7 svart bonde · b7 svart bonde · c7 svart bonde · d7 svart bonde · f7 svart bonde · g7 svart bonde · h7 svart bonde · e5 svart bonde · e4 vit bonde · f4 vit bonde · a2 vit bonde · b2 vit bonde · c2 vit bonde · d2 vit bonde · g2 vit bonde · h2 vit bonde · a1 vit torn · b1 vit springare · c1 vit löpare · d1 vit drottning · e1 vit kung · f1 vit löpare · g1 vit springare · h1 vit torn | a8 svart torn · b8 svart springare · c8 svart löpare · d8 svart drottning · e8 svart kung · f8 svart löpare · g8 svart springare · h8 svart torn · a7 svart bonde · b7 svart bonde · c7 svart bonde · d7 svart bonde · f7 svart bonde · g7 svart bonde · h7 svart bonde · e5 svart bonde · e4 vit bonde · f4 vit bonde · a2 vit bonde · b2 vit bonde · c2 vit bonde · d2 vit bonde · g2 vit bonde · h2 vit bonde · a1 vit torn · b1 vit springare · c1 vit löpare · d1 vit drottning · e1 vit kung · f1 vit löpare · g1 vit springare · h1 vit torn | a8 svart torn · b8 svart springare · c8 svart löpare · d8 svart drottning · e8 svart kung · f8 svart löpare · g8 svart springare · h8 svart torn · a7 svart bonde · b7 svart bonde · c7 svart bonde · d7 svart bonde · f7 svart bonde · g7 svart bonde · h7 svart bonde · e5 svart bonde · e4 vit bonde · f4 vit bonde · a2 vit bonde · b2 vit bonde · c2 vit bonde · d2 vit bonde · g2 vit bonde · h2 vit bonde · a1 vit torn · b1 vit springare · c1 vit löpare · d1 vit drottning · e1 vit kung · f1 vit löpare · g1 vit springare · h1 vit torn | a8 svart torn · b8 svart springare · c8 svart löpare · d8 svart drottning · e8 svart kung · f8 svart löpare · g8 svart springare · h8 svart torn · a7 svart bonde · b7 svart bonde · c7 svart bonde · d7 svart bonde · f7 svart bonde · g7 svart bonde · h7 svart bonde · e5 svart bonde · e4 vit bonde · f4 vit bonde · a2 vit bonde · b2 vit bonde · c2 vit bonde · d2 vit bonde · g2 vit bonde · h2 vit bonde · a1 vit torn · b1 vit springare · c1 vit löpare · d1 vit drottning · e1 vit kung · f1 vit löpare · g1 vit springare · h1 vit torn | a8 svart torn · b8 svart springare · c8 svart löpare · d8 svart drottning · e8 svart kung · f8 svart löpare · g8 svart springare · h8 svart torn · a7 svart bonde · b7 svart bonde · c7 svart bonde · d7 svart bonde · f7 svart bonde · g7 svart bonde · h7 svart bonde · e5 svart bonde · e4 vit bonde · f4 vit bonde · a2 vit bonde · b2 vit bonde · c2 vit bonde · d2 vit bonde · g2 vit bonde · h2 vit bonde · a1 vit torn · b1 vit springare · c1 vit löpare · d1 vit drottning · e1 vit kung · f1 vit löpare · g1 vit springare · h1 vit torn | a8 svart torn · b8 svart springare · c8 svart löpare · d8 svart drottning · e8 svart kung · f8 svart löpare · g8 svart springare · h8 svart torn · a7 svart bonde · b7 svart bonde · c7 svart bonde · d7 svart bonde · f7 svart bonde · g7 svart bonde · h7 svart bonde · e5 svart bonde · e4 vit bonde · f4 vit bonde · a2 vit bonde · b2 vit bonde · c2 vit bonde · d2 vit bonde · g2 vit bonde · h2 vit bonde · a1 vit torn · b1 vit springare · c1 vit löpare · d1 vit drottning · e1 vit kung · f1 vit löpare · g1 vit springare · h1 vit torn | a8 svart torn · b8 svart springare · c8 svart löpare · d8 svart drottning · e8 svart kung · f8 svart löpare · g8 svart springare · h8 svart torn · a7 svart bonde · b7 svart bonde · c7 svart bonde · d7 svart bonde · f7 svart bonde · g7 svart bonde · h7 svart bonde · e5 svart bonde · e4 vit bonde · f4 vit bonde · a2 vit bonde · b2 vit bonde · c2 vit bonde · d2 vit bonde · g2 vit bonde · h2 vit bonde · a1 vit torn · b1 vit springare · c1 vit löpare · d1 vit drottning · e1 vit kung · f1 vit löpare · g1 vit springare · h1 vit torn | 5 |
| 4 | a8 svart torn · b8 svart springare · c8 svart löpare · d8 svart drottning · e8 svart kung · f8 svart löpare · g8 svart springare · h8 svart torn · a7 svart bonde · b7 svart bonde · c7 svart bonde · d7 svart bonde · f7 svart bonde · g7 svart bonde · h7 svart bonde · e5 svart bonde · e4 vit bonde · f4 vit bonde · a2 vit bonde · b2 vit bonde · c2 vit bonde · d2 vit bonde · g2 vit bonde · h2 vit bonde · a1 vit torn · b1 vit springare · c1 vit löpare · d1 vit drottning · e1 vit kung · f1 vit löpare · g1 vit springare · h1 vit torn | a8 svart torn · b8 svart springare · c8 svart löpare · d8 svart drottning · e8 svart kung · f8 svart löpare · g8 svart springare · h8 svart torn · a7 svart bonde · b7 svart bonde · c7 svart bonde · d7 svart bonde · f7 svart bonde · g7 svart bonde · h7 svart bonde · e5 svart bonde · e4 vit bonde · f4 vit bonde · a2 vit bonde · b2 vit bonde · c2 vit bonde · d2 vit bonde · g2 vit bonde · h2 vit bonde · a1 vit torn · b1 vit springare · c1 vit löpare · d1 vit drottning · e1 vit kung · f1 vit löpare · g1 vit springare · h1 vit torn | a8 svart torn · b8 svart springare · c8 svart löpare · d8 svart drottning · e8 svart kung · f8 svart löpare · g8 svart springare · h8 svart torn · a7 svart bonde · b7 svart bonde · c7 svart bonde · d7 svart bonde · f7 svart bonde · g7 svart bonde · h7 svart bonde · e5 svart bonde · e4 vit bonde · f4 vit bonde · a2 vit bonde · b2 vit bonde · c2 vit bonde · d2 vit bonde · g2 vit bonde · h2 vit bonde · a1 vit torn · b1 vit springare · c1 vit löpare · d1 vit drottning · e1 vit kung · f1 vit löpare · g1 vit springare · h1 vit torn | a8 svart torn · b8 svart springare · c8 svart löpare · d8 svart drottning · e8 svart kung · f8 svart löpare · g8 svart springare · h8 svart torn · a7 svart bonde · b7 svart bonde · c7 svart bonde · d7 svart bonde · f7 svart bonde · g7 svart bonde · h7 svart bonde · e5 svart bonde · e4 vit bonde · f4 vit bonde · a2 vit bonde · b2 vit bonde · c2 vit bonde · d2 vit bonde · g2 vit bonde · h2 vit bonde · a1 vit torn · b1 vit springare · c1 vit löpare · d1 vit drottning · e1 vit kung · f1 vit löpare · g1 vit springare · h1 vit torn | a8 svart torn · b8 svart springare · c8 svart löpare · d8 svart drottning · e8 svart kung · f8 svart löpare · g8 svart springare · h8 svart torn · a7 svart bonde · b7 svart bonde · c7 svart bonde · d7 svart bonde · f7 svart bonde · g7 svart bonde · h7 svart bonde · e5 svart bonde · e4 vit bonde · f4 vit bonde · a2 vit bonde · b2 vit bonde · c2 vit bonde · d2 vit bonde · g2 vit bonde · h2 vit bonde · a1 vit torn · b1 vit springare · c1 vit löpare · d1 vit drottning · e1 vit kung · f1 vit löpare · g1 vit springare · h1 vit torn | a8 svart torn · b8 svart springare · c8 svart löpare · d8 svart drottning · e8 svart kung · f8 svart löpare · g8 svart springare · h8 svart torn · a7 svart bonde · b7 svart bonde · c7 svart bonde · d7 svart bonde · f7 svart bonde · g7 svart bonde · h7 svart bonde · e5 svart bonde · e4 vit bonde · f4 vit bonde · a2 vit bonde · b2 vit bonde · c2 vit bonde · d2 vit bonde · g2 vit bonde · h2 vit bonde · a1 vit torn · b1 vit springare · c1 vit löpare · d1 vit drottning · e1 vit kung · f1 vit löpare · g1 vit springare · h1 vit torn | a8 svart torn · b8 svart springare · c8 svart löpare · d8 svart drottning · e8 svart kung · f8 svart löpare · g8 svart springare · h8 svart torn · a7 svart bonde · b7 svart bonde · c7 svart bonde · d7 svart bonde · f7 svart bonde · g7 svart bonde · h7 svart bonde · e5 svart bonde · e4 vit bonde · f4 vit bonde · a2 vit bonde · b2 vit bonde · c2 vit bonde · d2 vit bonde · g2 vit bonde · h2 vit bonde · a1 vit torn · b1 vit springare · c1 vit löpare · d1 vit drottning · e1 vit kung · f1 vit löpare · g1 vit springare · h1 vit torn | a8 svart torn · b8 svart springare · c8 svart löpare · d8 svart drottning · e8 svart kung · f8 svart löpare · g8 svart springare · h8 svart torn · a7 svart bonde · b7 svart bonde · c7 svart bonde · d7 svart bonde · f7 svart bonde · g7 svart bonde · h7 svart bonde · e5 svart bonde · e4 vit bonde · f4 vit bonde · a2 vit bonde · b2 vit bonde · c2 vit bonde · d2 vit bonde · g2 vit bonde · h2 vit bonde · a1 vit torn · b1 vit springare · c1 vit löpare · d1 vit drottning · e1 vit kung · f1 vit löpare · g1 vit springare · h1 vit torn | 4 |
| 3 | a8 svart torn · b8 svart springare · c8 svart löpare · d8 svart drottning · e8 svart kung · f8 svart löpare · g8 svart springare · h8 svart torn · a7 svart bonde · b7 svart bonde · c7 svart bonde · d7 svart bonde · f7 svart bonde · g7 svart bonde · h7 svart bonde · e5 svart bonde · e4 vit bonde · f4 vit bonde · a2 vit bonde · b2 vit bonde · c2 vit bonde · d2 vit bonde · g2 vit bonde · h2 vit bonde · a1 vit torn · b1 vit springare · c1 vit löpare · d1 vit drottning · e1 vit kung · f1 vit löpare · g1 vit springare · h1 vit torn | a8 svart torn · b8 svart springare · c8 svart löpare · d8 svart drottning · e8 svart kung · f8 svart löpare · g8 svart springare · h8 svart torn · a7 svart bonde · b7 svart bonde · c7 svart bonde · d7 svart bonde · f7 svart bonde · g7 svart bonde · h7 svart bonde · e5 svart bonde · e4 vit bonde · f4 vit bonde · a2 vit bonde · b2 vit bonde · c2 vit bonde · d2 vit bonde · g2 vit bonde · h2 vit bonde · a1 vit torn · b1 vit springare · c1 vit löpare · d1 vit drottning · e1 vit kung · f1 vit löpare · g1 vit springare · h1 vit torn | a8 svart torn · b8 svart springare · c8 svart löpare · d8 svart drottning · e8 svart kung · f8 svart löpare · g8 svart springare · h8 svart torn · a7 svart bonde · b7 svart bonde · c7 svart bonde · d7 svart bonde · f7 svart bonde · g7 svart bonde · h7 svart bonde · e5 svart bonde · e4 vit bonde · f4 vit bonde · a2 vit bonde · b2 vit bonde · c2 vit bonde · d2 vit bonde · g2 vit bonde · h2 vit bonde · a1 vit torn · b1 vit springare · c1 vit löpare · d1 vit drottning · e1 vit kung · f1 vit löpare · g1 vit springare · h1 vit torn | a8 svart torn · b8 svart springare · c8 svart löpare · d8 svart drottning · e8 svart kung · f8 svart löpare · g8 svart springare · h8 svart torn · a7 svart bonde · b7 svart bonde · c7 svart bonde · d7 svart bonde · f7 svart bonde · g7 svart bonde · h7 svart bonde · e5 svart bonde · e4 vit bonde · f4 vit bonde · a2 vit bonde · b2 vit bonde · c2 vit bonde · d2 vit bonde · g2 vit bonde · h2 vit bonde · a1 vit torn · b1 vit springare · c1 vit löpare · d1 vit drottning · e1 vit kung · f1 vit löpare · g1 vit springare · h1 vit torn | a8 svart torn · b8 svart springare · c8 svart löpare · d8 svart drottning · e8 svart kung · f8 svart löpare · g8 svart springare · h8 svart torn · a7 svart bonde · b7 svart bonde · c7 svart bonde · d7 svart bonde · f7 svart bonde · g7 svart bonde · h7 svart bonde · e5 svart bonde · e4 vit bonde · f4 vit bonde · a2 vit bonde · b2 vit bonde · c2 vit bonde · d2 vit bonde · g2 vit bonde · h2 vit bonde · a1 vit torn · b1 vit springare · c1 vit löpare · d1 vit drottning · e1 vit kung · f1 vit löpare · g1 vit springare · h1 vit torn | a8 svart torn · b8 svart springare · c8 svart löpare · d8 svart drottning · e8 svart kung · f8 svart löpare · g8 svart springare · h8 svart torn · a7 svart bonde · b7 svart bonde · c7 svart bonde · d7 svart bonde · f7 svart bonde · g7 svart bonde · h7 svart bonde · e5 svart bonde · e4 vit bonde · f4 vit bonde · a2 vit bonde · b2 vit bonde · c2 vit bonde · d2 vit bonde · g2 vit bonde · h2 vit bonde · a1 vit torn · b1 vit springare · c1 vit löpare · d1 vit drottning · e1 vit kung · f1 vit löpare · g1 vit springare · h1 vit torn | a8 svart torn · b8 svart springare · c8 svart löpare · d8 svart drottning · e8 svart kung · f8 svart löpare · g8 svart springare · h8 svart torn · a7 svart bonde · b7 svart bonde · c7 svart bonde · d7 svart bonde · f7 svart bonde · g7 svart bonde · h7 svart bonde · e5 svart bonde · e4 vit bonde · f4 vit bonde · a2 vit bonde · b2 vit bonde · c2 vit bonde · d2 vit bonde · g2 vit bonde · h2 vit bonde · a1 vit torn · b1 vit springare · c1 vit löpare · d1 vit drottning · e1 vit kung · f1 vit löpare · g1 vit springare · h1 vit torn | a8 svart torn · b8 svart springare · c8 svart löpare · d8 svart drottning · e8 svart kung · f8 svart löpare · g8 svart springare · h8 svart torn · a7 svart bonde · b7 svart bonde · c7 svart bonde · d7 svart bonde · f7 svart bonde · g7 svart bonde · h7 svart bonde · e5 svart bonde · e4 vit bonde · f4 vit bonde · a2 vit bonde · b2 vit bonde · c2 vit bonde · d2 vit bonde · g2 vit bonde · h2 vit bonde · a1 vit torn · b1 vit springare · c1 vit löpare · d1 vit drottning · e1 vit kung · f1 vit löpare · g1 vit springare · h1 vit torn | 3 |
| 2 | a8 svart torn · b8 svart springare · c8 svart löpare · d8 svart drottning · e8 svart kung · f8 svart löpare · g8 svart springare · h8 svart torn · a7 svart bonde · b7 svart bonde · c7 svart bonde · d7 svart bonde · f7 svart bonde · g7 svart bonde · h7 svart bonde · e5 svart bonde · e4 vit bonde · f4 vit bonde · a2 vit bonde · b2 vit bonde · c2 vit bonde · d2 vit bonde · g2 vit bonde · h2 vit bonde · a1 vit torn · b1 vit springare · c1 vit löpare · d1 vit drottning · e1 vit kung · f1 vit löpare · g1 vit springare · h1 vit torn | a8 svart torn · b8 svart springare · c8 svart löpare · d8 svart drottning · e8 svart kung · f8 svart löpare · g8 svart springare · h8 svart torn · a7 svart bonde · b7 svart bonde · c7 svart bonde · d7 svart bonde · f7 svart bonde · g7 svart bonde · h7 svart bonde · e5 svart bonde · e4 vit bonde · f4 vit bonde · a2 vit bonde · b2 vit bonde · c2 vit bonde · d2 vit bonde · g2 vit bonde · h2 vit bonde · a1 vit torn · b1 vit springare · c1 vit löpare · d1 vit drottning · e1 vit kung · f1 vit löpare · g1 vit springare · h1 vit torn | a8 svart torn · b8 svart springare · c8 svart löpare · d8 svart drottning · e8 svart kung · f8 svart löpare · g8 svart springare · h8 svart torn · a7 svart bonde · b7 svart bonde · c7 svart bonde · d7 svart bonde · f7 svart bonde · g7 svart bonde · h7 svart bonde · e5 svart bonde · e4 vit bonde · f4 vit bonde · a2 vit bonde · b2 vit bonde · c2 vit bonde · d2 vit bonde · g2 vit bonde · h2 vit bonde · a1 vit torn · b1 vit springare · c1 vit löpare · d1 vit drottning · e1 vit kung · f1 vit löpare · g1 vit springare · h1 vit torn | a8 svart torn · b8 svart springare · c8 svart löpare · d8 svart drottning · e8 svart kung · f8 svart löpare · g8 svart springare · h8 svart torn · a7 svart bonde · b7 svart bonde · c7 svart bonde · d7 svart bonde · f7 svart bonde · g7 svart bonde · h7 svart bonde · e5 svart bonde · e4 vit bonde · f4 vit bonde · a2 vit bonde · b2 vit bonde · c2 vit bonde · d2 vit bonde · g2 vit bonde · h2 vit bonde · a1 vit torn · b1 vit springare · c1 vit löpare · d1 vit drottning · e1 vit kung · f1 vit löpare · g1 vit springare · h1 vit torn | a8 svart torn · b8 svart springare · c8 svart löpare · d8 svart drottning · e8 svart kung · f8 svart löpare · g8 svart springare · h8 svart torn · a7 svart bonde · b7 svart bonde · c7 svart bonde · d7 svart bonde · f7 svart bonde · g7 svart bonde · h7 svart bonde · e5 svart bonde · e4 vit bonde · f4 vit bonde · a2 vit bonde · b2 vit bonde · c2 vit bonde · d2 vit bonde · g2 vit bonde · h2 vit bonde · a1 vit torn · b1 vit springare · c1 vit löpare · d1 vit drottning · e1 vit kung · f1 vit löpare · g1 vit springare · h1 vit torn | a8 svart torn · b8 svart springare · c8 svart löpare · d8 svart drottning · e8 svart kung · f8 svart löpare · g8 svart springare · h8 svart torn · a7 svart bonde · b7 svart bonde · c7 svart bonde · d7 svart bonde · f7 svart bonde · g7 svart bonde · h7 svart bonde · e5 svart bonde · e4 vit bonde · f4 vit bonde · a2 vit bonde · b2 vit bonde · c2 vit bonde · d2 vit bonde · g2 vit bonde · h2 vit bonde · a1 vit torn · b1 vit springare · c1 vit löpare · d1 vit drottning · e1 vit kung · f1 vit löpare · g1 vit springare · h1 vit torn | a8 svart torn · b8 svart springare · c8 svart löpare · d8 svart drottning · e8 svart kung · f8 svart löpare · g8 svart springare · h8 svart torn · a7 svart bonde · b7 svart bonde · c7 svart bonde · d7 svart bonde · f7 svart bonde · g7 svart bonde · h7 svart bonde · e5 svart bonde · e4 vit bonde · f4 vit bonde · a2 vit bonde · b2 vit bonde · c2 vit bonde · d2 vit bonde · g2 vit bonde · h2 vit bonde · a1 vit torn · b1 vit springare · c1 vit löpare · d1 vit drottning · e1 vit kung · f1 vit löpare · g1 vit springare · h1 vit torn | a8 svart torn · b8 svart springare · c8 svart löpare · d8 svart drottning · e8 svart kung · f8 svart löpare · g8 svart springare · h8 svart torn · a7 svart bonde · b7 svart bonde · c7 svart bonde · d7 svart bonde · f7 svart bonde · g7 svart bonde · h7 svart bonde · e5 svart bonde · e4 vit bonde · f4 vit bonde · a2 vit bonde · b2 vit bonde · c2 vit bonde · d2 vit bonde · g2 vit bonde · h2 vit bonde · a1 vit torn · b1 vit springare · c1 vit löpare · d1 vit drottning · e1 vit kung · f1 vit löpare · g1 vit springare · h1 vit torn | 2 |
| 1 | a8 svart torn · b8 svart springare · c8 svart löpare · d8 svart drottning · e8 svart kung · f8 svart löpare · g8 svart springare · h8 svart torn · a7 svart bonde · b7 svart bonde · c7 svart bonde · d7 svart bonde · f7 svart bonde · g7 svart bonde · h7 svart bonde · e5 svart bonde · e4 vit bonde · f4 vit bonde · a2 vit bonde · b2 vit bonde · c2 vit bonde · d2 vit bonde · g2 vit bonde · h2 vit bonde · a1 vit torn · b1 vit springare · c1 vit löpare · d1 vit drottning · e1 vit kung · f1 vit löpare · g1 vit springare · h1 vit torn | a8 svart torn · b8 svart springare · c8 svart löpare · d8 svart drottning · e8 svart kung · f8 svart löpare · g8 svart springare · h8 svart torn · a7 svart bonde · b7 svart bonde · c7 svart bonde · d7 svart bonde · f7 svart bonde · g7 svart bonde · h7 svart bonde · e5 svart bonde · e4 vit bonde · f4 vit bonde · a2 vit bonde · b2 vit bonde · c2 vit bonde · d2 vit bonde · g2 vit bonde · h2 vit bonde · a1 vit torn · b1 vit springare · c1 vit löpare · d1 vit drottning · e1 vit kung · f1 vit löpare · g1 vit springare · h1 vit torn | a8 svart torn · b8 svart springare · c8 svart löpare · d8 svart drottning · e8 svart kung · f8 svart löpare · g8 svart springare · h8 svart torn · a7 svart bonde · b7 svart bonde · c7 svart bonde · d7 svart bonde · f7 svart bonde · g7 svart bonde · h7 svart bonde · e5 svart bonde · e4 vit bonde · f4 vit bonde · a2 vit bonde · b2 vit bonde · c2 vit bonde · d2 vit bonde · g2 vit bonde · h2 vit bonde · a1 vit torn · b1 vit springare · c1 vit löpare · d1 vit drottning · e1 vit kung · f1 vit löpare · g1 vit springare · h1 vit torn | a8 svart torn · b8 svart springare · c8 svart löpare · d8 svart drottning · e8 svart kung · f8 svart löpare · g8 svart springare · h8 svart torn · a7 svart bonde · b7 svart bonde · c7 svart bonde · d7 svart bonde · f7 svart bonde · g7 svart bonde · h7 svart bonde · e5 svart bonde · e4 vit bonde · f4 vit bonde · a2 vit bonde · b2 vit bonde · c2 vit bonde · d2 vit bonde · g2 vit bonde · h2 vit bonde · a1 vit torn · b1 vit springare · c1 vit löpare · d1 vit drottning · e1 vit kung · f1 vit löpare · g1 vit springare · h1 vit torn | a8 svart torn · b8 svart springare · c8 svart löpare · d8 svart drottning · e8 svart kung · f8 svart löpare · g8 svart springare · h8 svart torn · a7 svart bonde · b7 svart bonde · c7 svart bonde · d7 svart bonde · f7 svart bonde · g7 svart bonde · h7 svart bonde · e5 svart bonde · e4 vit bonde · f4 vit bonde · a2 vit bonde · b2 vit bonde · c2 vit bonde · d2 vit bonde · g2 vit bonde · h2 vit bonde · a1 vit torn · b1 vit springare · c1 vit löpare · d1 vit drottning · e1 vit kung · f1 vit löpare · g1 vit springare · h1 vit torn | a8 svart torn · b8 svart springare · c8 svart löpare · d8 svart drottning · e8 svart kung · f8 svart löpare · g8 svart springare · h8 svart torn · a7 svart bonde · b7 svart bonde · c7 svart bonde · d7 svart bonde · f7 svart bonde · g7 svart bonde · h7 svart bonde · e5 svart bonde · e4 vit bonde · f4 vit bonde · a2 vit bonde · b2 vit bonde · c2 vit bonde · d2 vit bonde · g2 vit bonde · h2 vit bonde · a1 vit torn · b1 vit springare · c1 vit löpare · d1 vit drottning · e1 vit kung · f1 vit löpare · g1 vit springare · h1 vit torn | a8 svart torn · b8 svart springare · c8 svart löpare · d8 svart drottning · e8 svart kung · f8 svart löpare · g8 svart springare · h8 svart torn · a7 svart bonde · b7 svart bonde · c7 svart bonde · d7 svart bonde · f7 svart bonde · g7 svart bonde · h7 svart bonde · e5 svart bonde · e4 vit bonde · f4 vit bonde · a2 vit bonde · b2 vit bonde · c2 vit bonde · d2 vit bonde · g2 vit bonde · h2 vit bonde · a1 vit torn · b1 vit springare · c1 vit löpare · d1 vit drottning · e1 vit kung · f1 vit löpare · g1 vit springare · h1 vit torn | a8 svart torn · b8 svart springare · c8 svart löpare · d8 svart drottning · e8 svart kung · f8 svart löpare · g8 svart springare · h8 svart torn · a7 svart bonde · b7 svart bonde · c7 svart bonde · d7 svart bonde · f7 svart bonde · g7 svart bonde · h7 svart bonde · e5 svart bonde · e4 vit bonde · f4 vit bonde · a2 vit bonde · b2 vit bonde · c2 vit bonde · d2 vit bonde · g2 vit bonde · h2 vit bonde · a1 vit torn · b1 vit springare · c1 vit löpare · d1 vit drottning · e1 vit kung · f1 vit löpare · g1 vit springare · h1 vit torn | 1 |
|   | a | b | c | d | e | f | g | h |   |

C30 Kungsgambit
1.e4 e5 2.f4
C31 Kungsgambit, avböjd, Falkbeers motgambit
1.e4 e5 2.f4 d5
C32 Kungsgambit, avböjd, Falkbeers motgambit
1.e4 e5 2.f4 d5 3.exd5 e4 4.d3 Sf6 5.Sc3 Lb4 6.Ld2 e3
C33 Kungsgambit, antagen
1.e4 e5 2.f4 exf4
C34 Kungsgambit, antagen
1.e4 e5 2.f4 exf4 3.Sf3
C35 Kungsgambit, antagen, Cunninghamvarianten
1.e4 e5 2.f4 exf4 3.Sf3 Le7
C36 Kungsgambit, antagen, Abbaziaförsvaret
1.e4 e5 2.f4 exf4 3.Sf3 d5
C37 Kungsgambit, antagen
1.e4 e5 2.f4 exf4 3.Sf3 g5 4.Sc3
C38 Kungsgambit, antagen
1.e4 e5 2.f4 exf4 3.Sf3 g5 4.Lc4 Lg7
C39 Kungsgambit, antagen
1.e4 e5 2.f4 exf4 3.Sf3 g5 4.h4
|   | a | b | c | d | e | f | g | h |   |
| 8 | a8 svart torn · b8 svart springare · c8 svart löpare · d8 svart drottning · e8 svart kung · f8 svart löpare · g8 svart springare · h8 svart torn · a7 svart bonde · b7 svart bonde · c7 svart bonde · d7 svart bonde · f7 svart bonde · g7 svart bonde · h7 svart bonde · e5 svart bonde · e4 vit bonde · f3 vit springare · a2 vit bonde · b2 vit bonde · c2 vit bonde · d2 vit bonde · f2 vit bonde · g2 vit bonde · h2 vit bonde · a1 vit torn · b1 vit springare · c1 vit löpare · d1 vit drottning · e1 vit kung · f1 vit löpare · h1 vit torn | a8 svart torn · b8 svart springare · c8 svart löpare · d8 svart drottning · e8 svart kung · f8 svart löpare · g8 svart springare · h8 svart torn · a7 svart bonde · b7 svart bonde · c7 svart bonde · d7 svart bonde · f7 svart bonde · g7 svart bonde · h7 svart bonde · e5 svart bonde · e4 vit bonde · f3 vit springare · a2 vit bonde · b2 vit bonde · c2 vit bonde · d2 vit bonde · f2 vit bonde · g2 vit bonde · h2 vit bonde · a1 vit torn · b1 vit springare · c1 vit löpare · d1 vit drottning · e1 vit kung · f1 vit löpare · h1 vit torn | a8 svart torn · b8 svart springare · c8 svart löpare · d8 svart drottning · e8 svart kung · f8 svart löpare · g8 svart springare · h8 svart torn · a7 svart bonde · b7 svart bonde · c7 svart bonde · d7 svart bonde · f7 svart bonde · g7 svart bonde · h7 svart bonde · e5 svart bonde · e4 vit bonde · f3 vit springare · a2 vit bonde · b2 vit bonde · c2 vit bonde · d2 vit bonde · f2 vit bonde · g2 vit bonde · h2 vit bonde · a1 vit torn · b1 vit springare · c1 vit löpare · d1 vit drottning · e1 vit kung · f1 vit löpare · h1 vit torn | a8 svart torn · b8 svart springare · c8 svart löpare · d8 svart drottning · e8 svart kung · f8 svart löpare · g8 svart springare · h8 svart torn · a7 svart bonde · b7 svart bonde · c7 svart bonde · d7 svart bonde · f7 svart bonde · g7 svart bonde · h7 svart bonde · e5 svart bonde · e4 vit bonde · f3 vit springare · a2 vit bonde · b2 vit bonde · c2 vit bonde · d2 vit bonde · f2 vit bonde · g2 vit bonde · h2 vit bonde · a1 vit torn · b1 vit springare · c1 vit löpare · d1 vit drottning · e1 vit kung · f1 vit löpare · h1 vit torn | a8 svart torn · b8 svart springare · c8 svart löpare · d8 svart drottning · e8 svart kung · f8 svart löpare · g8 svart springare · h8 svart torn · a7 svart bonde · b7 svart bonde · c7 svart bonde · d7 svart bonde · f7 svart bonde · g7 svart bonde · h7 svart bonde · e5 svart bonde · e4 vit bonde · f3 vit springare · a2 vit bonde · b2 vit bonde · c2 vit bonde · d2 vit bonde · f2 vit bonde · g2 vit bonde · h2 vit bonde · a1 vit torn · b1 vit springare · c1 vit löpare · d1 vit drottning · e1 vit kung · f1 vit löpare · h1 vit torn | a8 svart torn · b8 svart springare · c8 svart löpare · d8 svart drottning · e8 svart kung · f8 svart löpare · g8 svart springare · h8 svart torn · a7 svart bonde · b7 svart bonde · c7 svart bonde · d7 svart bonde · f7 svart bonde · g7 svart bonde · h7 svart bonde · e5 svart bonde · e4 vit bonde · f3 vit springare · a2 vit bonde · b2 vit bonde · c2 vit bonde · d2 vit bonde · f2 vit bonde · g2 vit bonde · h2 vit bonde · a1 vit torn · b1 vit springare · c1 vit löpare · d1 vit drottning · e1 vit kung · f1 vit löpare · h1 vit torn | a8 svart torn · b8 svart springare · c8 svart löpare · d8 svart drottning · e8 svart kung · f8 svart löpare · g8 svart springare · h8 svart torn · a7 svart bonde · b7 svart bonde · c7 svart bonde · d7 svart bonde · f7 svart bonde · g7 svart bonde · h7 svart bonde · e5 svart bonde · e4 vit bonde · f3 vit springare · a2 vit bonde · b2 vit bonde · c2 vit bonde · d2 vit bonde · f2 vit bonde · g2 vit bonde · h2 vit bonde · a1 vit torn · b1 vit springare · c1 vit löpare · d1 vit drottning · e1 vit kung · f1 vit löpare · h1 vit torn | a8 svart torn · b8 svart springare · c8 svart löpare · d8 svart drottning · e8 svart kung · f8 svart löpare · g8 svart springare · h8 svart torn · a7 svart bonde · b7 svart bonde · c7 svart bonde · d7 svart bonde · f7 svart bonde · g7 svart bonde · h7 svart bonde · e5 svart bonde · e4 vit bonde · f3 vit springare · a2 vit bonde · b2 vit bonde · c2 vit bonde · d2 vit bonde · f2 vit bonde · g2 vit bonde · h2 vit bonde · a1 vit torn · b1 vit springare · c1 vit löpare · d1 vit drottning · e1 vit kung · f1 vit löpare · h1 vit torn | 8 |
| 7 | a8 svart torn · b8 svart springare · c8 svart löpare · d8 svart drottning · e8 svart kung · f8 svart löpare · g8 svart springare · h8 svart torn · a7 svart bonde · b7 svart bonde · c7 svart bonde · d7 svart bonde · f7 svart bonde · g7 svart bonde · h7 svart bonde · e5 svart bonde · e4 vit bonde · f3 vit springare · a2 vit bonde · b2 vit bonde · c2 vit bonde · d2 vit bonde · f2 vit bonde · g2 vit bonde · h2 vit bonde · a1 vit torn · b1 vit springare · c1 vit löpare · d1 vit drottning · e1 vit kung · f1 vit löpare · h1 vit torn | a8 svart torn · b8 svart springare · c8 svart löpare · d8 svart drottning · e8 svart kung · f8 svart löpare · g8 svart springare · h8 svart torn · a7 svart bonde · b7 svart bonde · c7 svart bonde · d7 svart bonde · f7 svart bonde · g7 svart bonde · h7 svart bonde · e5 svart bonde · e4 vit bonde · f3 vit springare · a2 vit bonde · b2 vit bonde · c2 vit bonde · d2 vit bonde · f2 vit bonde · g2 vit bonde · h2 vit bonde · a1 vit torn · b1 vit springare · c1 vit löpare · d1 vit drottning · e1 vit kung · f1 vit löpare · h1 vit torn | a8 svart torn · b8 svart springare · c8 svart löpare · d8 svart drottning · e8 svart kung · f8 svart löpare · g8 svart springare · h8 svart torn · a7 svart bonde · b7 svart bonde · c7 svart bonde · d7 svart bonde · f7 svart bonde · g7 svart bonde · h7 svart bonde · e5 svart bonde · e4 vit bonde · f3 vit springare · a2 vit bonde · b2 vit bonde · c2 vit bonde · d2 vit bonde · f2 vit bonde · g2 vit bonde · h2 vit bonde · a1 vit torn · b1 vit springare · c1 vit löpare · d1 vit drottning · e1 vit kung · f1 vit löpare · h1 vit torn | a8 svart torn · b8 svart springare · c8 svart löpare · d8 svart drottning · e8 svart kung · f8 svart löpare · g8 svart springare · h8 svart torn · a7 svart bonde · b7 svart bonde · c7 svart bonde · d7 svart bonde · f7 svart bonde · g7 svart bonde · h7 svart bonde · e5 svart bonde · e4 vit bonde · f3 vit springare · a2 vit bonde · b2 vit bonde · c2 vit bonde · d2 vit bonde · f2 vit bonde · g2 vit bonde · h2 vit bonde · a1 vit torn · b1 vit springare · c1 vit löpare · d1 vit drottning · e1 vit kung · f1 vit löpare · h1 vit torn | a8 svart torn · b8 svart springare · c8 svart löpare · d8 svart drottning · e8 svart kung · f8 svart löpare · g8 svart springare · h8 svart torn · a7 svart bonde · b7 svart bonde · c7 svart bonde · d7 svart bonde · f7 svart bonde · g7 svart bonde · h7 svart bonde · e5 svart bonde · e4 vit bonde · f3 vit springare · a2 vit bonde · b2 vit bonde · c2 vit bonde · d2 vit bonde · f2 vit bonde · g2 vit bonde · h2 vit bonde · a1 vit torn · b1 vit springare · c1 vit löpare · d1 vit drottning · e1 vit kung · f1 vit löpare · h1 vit torn | a8 svart torn · b8 svart springare · c8 svart löpare · d8 svart drottning · e8 svart kung · f8 svart löpare · g8 svart springare · h8 svart torn · a7 svart bonde · b7 svart bonde · c7 svart bonde · d7 svart bonde · f7 svart bonde · g7 svart bonde · h7 svart bonde · e5 svart bonde · e4 vit bonde · f3 vit springare · a2 vit bonde · b2 vit bonde · c2 vit bonde · d2 vit bonde · f2 vit bonde · g2 vit bonde · h2 vit bonde · a1 vit torn · b1 vit springare · c1 vit löpare · d1 vit drottning · e1 vit kung · f1 vit löpare · h1 vit torn | a8 svart torn · b8 svart springare · c8 svart löpare · d8 svart drottning · e8 svart kung · f8 svart löpare · g8 svart springare · h8 svart torn · a7 svart bonde · b7 svart bonde · c7 svart bonde · d7 svart bonde · f7 svart bonde · g7 svart bonde · h7 svart bonde · e5 svart bonde · e4 vit bonde · f3 vit springare · a2 vit bonde · b2 vit bonde · c2 vit bonde · d2 vit bonde · f2 vit bonde · g2 vit bonde · h2 vit bonde · a1 vit torn · b1 vit springare · c1 vit löpare · d1 vit drottning · e1 vit kung · f1 vit löpare · h1 vit torn | a8 svart torn · b8 svart springare · c8 svart löpare · d8 svart drottning · e8 svart kung · f8 svart löpare · g8 svart springare · h8 svart torn · a7 svart bonde · b7 svart bonde · c7 svart bonde · d7 svart bonde · f7 svart bonde · g7 svart bonde · h7 svart bonde · e5 svart bonde · e4 vit bonde · f3 vit springare · a2 vit bonde · b2 vit bonde · c2 vit bonde · d2 vit bonde · f2 vit bonde · g2 vit bonde · h2 vit bonde · a1 vit torn · b1 vit springare · c1 vit löpare · d1 vit drottning · e1 vit kung · f1 vit löpare · h1 vit torn | 7 |
| 6 | a8 svart torn · b8 svart springare · c8 svart löpare · d8 svart drottning · e8 svart kung · f8 svart löpare · g8 svart springare · h8 svart torn · a7 svart bonde · b7 svart bonde · c7 svart bonde · d7 svart bonde · f7 svart bonde · g7 svart bonde · h7 svart bonde · e5 svart bonde · e4 vit bonde · f3 vit springare · a2 vit bonde · b2 vit bonde · c2 vit bonde · d2 vit bonde · f2 vit bonde · g2 vit bonde · h2 vit bonde · a1 vit torn · b1 vit springare · c1 vit löpare · d1 vit drottning · e1 vit kung · f1 vit löpare · h1 vit torn | a8 svart torn · b8 svart springare · c8 svart löpare · d8 svart drottning · e8 svart kung · f8 svart löpare · g8 svart springare · h8 svart torn · a7 svart bonde · b7 svart bonde · c7 svart bonde · d7 svart bonde · f7 svart bonde · g7 svart bonde · h7 svart bonde · e5 svart bonde · e4 vit bonde · f3 vit springare · a2 vit bonde · b2 vit bonde · c2 vit bonde · d2 vit bonde · f2 vit bonde · g2 vit bonde · h2 vit bonde · a1 vit torn · b1 vit springare · c1 vit löpare · d1 vit drottning · e1 vit kung · f1 vit löpare · h1 vit torn | a8 svart torn · b8 svart springare · c8 svart löpare · d8 svart drottning · e8 svart kung · f8 svart löpare · g8 svart springare · h8 svart torn · a7 svart bonde · b7 svart bonde · c7 svart bonde · d7 svart bonde · f7 svart bonde · g7 svart bonde · h7 svart bonde · e5 svart bonde · e4 vit bonde · f3 vit springare · a2 vit bonde · b2 vit bonde · c2 vit bonde · d2 vit bonde · f2 vit bonde · g2 vit bonde · h2 vit bonde · a1 vit torn · b1 vit springare · c1 vit löpare · d1 vit drottning · e1 vit kung · f1 vit löpare · h1 vit torn | a8 svart torn · b8 svart springare · c8 svart löpare · d8 svart drottning · e8 svart kung · f8 svart löpare · g8 svart springare · h8 svart torn · a7 svart bonde · b7 svart bonde · c7 svart bonde · d7 svart bonde · f7 svart bonde · g7 svart bonde · h7 svart bonde · e5 svart bonde · e4 vit bonde · f3 vit springare · a2 vit bonde · b2 vit bonde · c2 vit bonde · d2 vit bonde · f2 vit bonde · g2 vit bonde · h2 vit bonde · a1 vit torn · b1 vit springare · c1 vit löpare · d1 vit drottning · e1 vit kung · f1 vit löpare · h1 vit torn | a8 svart torn · b8 svart springare · c8 svart löpare · d8 svart drottning · e8 svart kung · f8 svart löpare · g8 svart springare · h8 svart torn · a7 svart bonde · b7 svart bonde · c7 svart bonde · d7 svart bonde · f7 svart bonde · g7 svart bonde · h7 svart bonde · e5 svart bonde · e4 vit bonde · f3 vit springare · a2 vit bonde · b2 vit bonde · c2 vit bonde · d2 vit bonde · f2 vit bonde · g2 vit bonde · h2 vit bonde · a1 vit torn · b1 vit springare · c1 vit löpare · d1 vit drottning · e1 vit kung · f1 vit löpare · h1 vit torn | a8 svart torn · b8 svart springare · c8 svart löpare · d8 svart drottning · e8 svart kung · f8 svart löpare · g8 svart springare · h8 svart torn · a7 svart bonde · b7 svart bonde · c7 svart bonde · d7 svart bonde · f7 svart bonde · g7 svart bonde · h7 svart bonde · e5 svart bonde · e4 vit bonde · f3 vit springare · a2 vit bonde · b2 vit bonde · c2 vit bonde · d2 vit bonde · f2 vit bonde · g2 vit bonde · h2 vit bonde · a1 vit torn · b1 vit springare · c1 vit löpare · d1 vit drottning · e1 vit kung · f1 vit löpare · h1 vit torn | a8 svart torn · b8 svart springare · c8 svart löpare · d8 svart drottning · e8 svart kung · f8 svart löpare · g8 svart springare · h8 svart torn · a7 svart bonde · b7 svart bonde · c7 svart bonde · d7 svart bonde · f7 svart bonde · g7 svart bonde · h7 svart bonde · e5 svart bonde · e4 vit bonde · f3 vit springare · a2 vit bonde · b2 vit bonde · c2 vit bonde · d2 vit bonde · f2 vit bonde · g2 vit bonde · h2 vit bonde · a1 vit torn · b1 vit springare · c1 vit löpare · d1 vit drottning · e1 vit kung · f1 vit löpare · h1 vit torn | a8 svart torn · b8 svart springare · c8 svart löpare · d8 svart drottning · e8 svart kung · f8 svart löpare · g8 svart springare · h8 svart torn · a7 svart bonde · b7 svart bonde · c7 svart bonde · d7 svart bonde · f7 svart bonde · g7 svart bonde · h7 svart bonde · e5 svart bonde · e4 vit bonde · f3 vit springare · a2 vit bonde · b2 vit bonde · c2 vit bonde · d2 vit bonde · f2 vit bonde · g2 vit bonde · h2 vit bonde · a1 vit torn · b1 vit springare · c1 vit löpare · d1 vit drottning · e1 vit kung · f1 vit löpare · h1 vit torn | 6 |
| 5 | a8 svart torn · b8 svart springare · c8 svart löpare · d8 svart drottning · e8 svart kung · f8 svart löpare · g8 svart springare · h8 svart torn · a7 svart bonde · b7 svart bonde · c7 svart bonde · d7 svart bonde · f7 svart bonde · g7 svart bonde · h7 svart bonde · e5 svart bonde · e4 vit bonde · f3 vit springare · a2 vit bonde · b2 vit bonde · c2 vit bonde · d2 vit bonde · f2 vit bonde · g2 vit bonde · h2 vit bonde · a1 vit torn · b1 vit springare · c1 vit löpare · d1 vit drottning · e1 vit kung · f1 vit löpare · h1 vit torn | a8 svart torn · b8 svart springare · c8 svart löpare · d8 svart drottning · e8 svart kung · f8 svart löpare · g8 svart springare · h8 svart torn · a7 svart bonde · b7 svart bonde · c7 svart bonde · d7 svart bonde · f7 svart bonde · g7 svart bonde · h7 svart bonde · e5 svart bonde · e4 vit bonde · f3 vit springare · a2 vit bonde · b2 vit bonde · c2 vit bonde · d2 vit bonde · f2 vit bonde · g2 vit bonde · h2 vit bonde · a1 vit torn · b1 vit springare · c1 vit löpare · d1 vit drottning · e1 vit kung · f1 vit löpare · h1 vit torn | a8 svart torn · b8 svart springare · c8 svart löpare · d8 svart drottning · e8 svart kung · f8 svart löpare · g8 svart springare · h8 svart torn · a7 svart bonde · b7 svart bonde · c7 svart bonde · d7 svart bonde · f7 svart bonde · g7 svart bonde · h7 svart bonde · e5 svart bonde · e4 vit bonde · f3 vit springare · a2 vit bonde · b2 vit bonde · c2 vit bonde · d2 vit bonde · f2 vit bonde · g2 vit bonde · h2 vit bonde · a1 vit torn · b1 vit springare · c1 vit löpare · d1 vit drottning · e1 vit kung · f1 vit löpare · h1 vit torn | a8 svart torn · b8 svart springare · c8 svart löpare · d8 svart drottning · e8 svart kung · f8 svart löpare · g8 svart springare · h8 svart torn · a7 svart bonde · b7 svart bonde · c7 svart bonde · d7 svart bonde · f7 svart bonde · g7 svart bonde · h7 svart bonde · e5 svart bonde · e4 vit bonde · f3 vit springare · a2 vit bonde · b2 vit bonde · c2 vit bonde · d2 vit bonde · f2 vit bonde · g2 vit bonde · h2 vit bonde · a1 vit torn · b1 vit springare · c1 vit löpare · d1 vit drottning · e1 vit kung · f1 vit löpare · h1 vit torn | a8 svart torn · b8 svart springare · c8 svart löpare · d8 svart drottning · e8 svart kung · f8 svart löpare · g8 svart springare · h8 svart torn · a7 svart bonde · b7 svart bonde · c7 svart bonde · d7 svart bonde · f7 svart bonde · g7 svart bonde · h7 svart bonde · e5 svart bonde · e4 vit bonde · f3 vit springare · a2 vit bonde · b2 vit bonde · c2 vit bonde · d2 vit bonde · f2 vit bonde · g2 vit bonde · h2 vit bonde · a1 vit torn · b1 vit springare · c1 vit löpare · d1 vit drottning · e1 vit kung · f1 vit löpare · h1 vit torn | a8 svart torn · b8 svart springare · c8 svart löpare · d8 svart drottning · e8 svart kung · f8 svart löpare · g8 svart springare · h8 svart torn · a7 svart bonde · b7 svart bonde · c7 svart bonde · d7 svart bonde · f7 svart bonde · g7 svart bonde · h7 svart bonde · e5 svart bonde · e4 vit bonde · f3 vit springare · a2 vit bonde · b2 vit bonde · c2 vit bonde · d2 vit bonde · f2 vit bonde · g2 vit bonde · h2 vit bonde · a1 vit torn · b1 vit springare · c1 vit löpare · d1 vit drottning · e1 vit kung · f1 vit löpare · h1 vit torn | a8 svart torn · b8 svart springare · c8 svart löpare · d8 svart drottning · e8 svart kung · f8 svart löpare · g8 svart springare · h8 svart torn · a7 svart bonde · b7 svart bonde · c7 svart bonde · d7 svart bonde · f7 svart bonde · g7 svart bonde · h7 svart bonde · e5 svart bonde · e4 vit bonde · f3 vit springare · a2 vit bonde · b2 vit bonde · c2 vit bonde · d2 vit bonde · f2 vit bonde · g2 vit bonde · h2 vit bonde · a1 vit torn · b1 vit springare · c1 vit löpare · d1 vit drottning · e1 vit kung · f1 vit löpare · h1 vit torn | a8 svart torn · b8 svart springare · c8 svart löpare · d8 svart drottning · e8 svart kung · f8 svart löpare · g8 svart springare · h8 svart torn · a7 svart bonde · b7 svart bonde · c7 svart bonde · d7 svart bonde · f7 svart bonde · g7 svart bonde · h7 svart bonde · e5 svart bonde · e4 vit bonde · f3 vit springare · a2 vit bonde · b2 vit bonde · c2 vit bonde · d2 vit bonde · f2 vit bonde · g2 vit bonde · h2 vit bonde · a1 vit torn · b1 vit springare · c1 vit löpare · d1 vit drottning · e1 vit kung · f1 vit löpare · h1 vit torn | 5 |
| 4 | a8 svart torn · b8 svart springare · c8 svart löpare · d8 svart drottning · e8 svart kung · f8 svart löpare · g8 svart springare · h8 svart torn · a7 svart bonde · b7 svart bonde · c7 svart bonde · d7 svart bonde · f7 svart bonde · g7 svart bonde · h7 svart bonde · e5 svart bonde · e4 vit bonde · f3 vit springare · a2 vit bonde · b2 vit bonde · c2 vit bonde · d2 vit bonde · f2 vit bonde · g2 vit bonde · h2 vit bonde · a1 vit torn · b1 vit springare · c1 vit löpare · d1 vit drottning · e1 vit kung · f1 vit löpare · h1 vit torn | a8 svart torn · b8 svart springare · c8 svart löpare · d8 svart drottning · e8 svart kung · f8 svart löpare · g8 svart springare · h8 svart torn · a7 svart bonde · b7 svart bonde · c7 svart bonde · d7 svart bonde · f7 svart bonde · g7 svart bonde · h7 svart bonde · e5 svart bonde · e4 vit bonde · f3 vit springare · a2 vit bonde · b2 vit bonde · c2 vit bonde · d2 vit bonde · f2 vit bonde · g2 vit bonde · h2 vit bonde · a1 vit torn · b1 vit springare · c1 vit löpare · d1 vit drottning · e1 vit kung · f1 vit löpare · h1 vit torn | a8 svart torn · b8 svart springare · c8 svart löpare · d8 svart drottning · e8 svart kung · f8 svart löpare · g8 svart springare · h8 svart torn · a7 svart bonde · b7 svart bonde · c7 svart bonde · d7 svart bonde · f7 svart bonde · g7 svart bonde · h7 svart bonde · e5 svart bonde · e4 vit bonde · f3 vit springare · a2 vit bonde · b2 vit bonde · c2 vit bonde · d2 vit bonde · f2 vit bonde · g2 vit bonde · h2 vit bonde · a1 vit torn · b1 vit springare · c1 vit löpare · d1 vit drottning · e1 vit kung · f1 vit löpare · h1 vit torn | a8 svart torn · b8 svart springare · c8 svart löpare · d8 svart drottning · e8 svart kung · f8 svart löpare · g8 svart springare · h8 svart torn · a7 svart bonde · b7 svart bonde · c7 svart bonde · d7 svart bonde · f7 svart bonde · g7 svart bonde · h7 svart bonde · e5 svart bonde · e4 vit bonde · f3 vit springare · a2 vit bonde · b2 vit bonde · c2 vit bonde · d2 vit bonde · f2 vit bonde · g2 vit bonde · h2 vit bonde · a1 vit torn · b1 vit springare · c1 vit löpare · d1 vit drottning · e1 vit kung · f1 vit löpare · h1 vit torn | a8 svart torn · b8 svart springare · c8 svart löpare · d8 svart drottning · e8 svart kung · f8 svart löpare · g8 svart springare · h8 svart torn · a7 svart bonde · b7 svart bonde · c7 svart bonde · d7 svart bonde · f7 svart bonde · g7 svart bonde · h7 svart bonde · e5 svart bonde · e4 vit bonde · f3 vit springare · a2 vit bonde · b2 vit bonde · c2 vit bonde · d2 vit bonde · f2 vit bonde · g2 vit bonde · h2 vit bonde · a1 vit torn · b1 vit springare · c1 vit löpare · d1 vit drottning · e1 vit kung · f1 vit löpare · h1 vit torn | a8 svart torn · b8 svart springare · c8 svart löpare · d8 svart drottning · e8 svart kung · f8 svart löpare · g8 svart springare · h8 svart torn · a7 svart bonde · b7 svart bonde · c7 svart bonde · d7 svart bonde · f7 svart bonde · g7 svart bonde · h7 svart bonde · e5 svart bonde · e4 vit bonde · f3 vit springare · a2 vit bonde · b2 vit bonde · c2 vit bonde · d2 vit bonde · f2 vit bonde · g2 vit bonde · h2 vit bonde · a1 vit torn · b1 vit springare · c1 vit löpare · d1 vit drottning · e1 vit kung · f1 vit löpare · h1 vit torn | a8 svart torn · b8 svart springare · c8 svart löpare · d8 svart drottning · e8 svart kung · f8 svart löpare · g8 svart springare · h8 svart torn · a7 svart bonde · b7 svart bonde · c7 svart bonde · d7 svart bonde · f7 svart bonde · g7 svart bonde · h7 svart bonde · e5 svart bonde · e4 vit bonde · f3 vit springare · a2 vit bonde · b2 vit bonde · c2 vit bonde · d2 vit bonde · f2 vit bonde · g2 vit bonde · h2 vit bonde · a1 vit torn · b1 vit springare · c1 vit löpare · d1 vit drottning · e1 vit kung · f1 vit löpare · h1 vit torn | a8 svart torn · b8 svart springare · c8 svart löpare · d8 svart drottning · e8 svart kung · f8 svart löpare · g8 svart springare · h8 svart torn · a7 svart bonde · b7 svart bonde · c7 svart bonde · d7 svart bonde · f7 svart bonde · g7 svart bonde · h7 svart bonde · e5 svart bonde · e4 vit bonde · f3 vit springare · a2 vit bonde · b2 vit bonde · c2 vit bonde · d2 vit bonde · f2 vit bonde · g2 vit bonde · h2 vit bonde · a1 vit torn · b1 vit springare · c1 vit löpare · d1 vit drottning · e1 vit kung · f1 vit löpare · h1 vit torn | 4 |
| 3 | a8 svart torn · b8 svart springare · c8 svart löpare · d8 svart drottning · e8 svart kung · f8 svart löpare · g8 svart springare · h8 svart torn · a7 svart bonde · b7 svart bonde · c7 svart bonde · d7 svart bonde · f7 svart bonde · g7 svart bonde · h7 svart bonde · e5 svart bonde · e4 vit bonde · f3 vit springare · a2 vit bonde · b2 vit bonde · c2 vit bonde · d2 vit bonde · f2 vit bonde · g2 vit bonde · h2 vit bonde · a1 vit torn · b1 vit springare · c1 vit löpare · d1 vit drottning · e1 vit kung · f1 vit löpare · h1 vit torn | a8 svart torn · b8 svart springare · c8 svart löpare · d8 svart drottning · e8 svart kung · f8 svart löpare · g8 svart springare · h8 svart torn · a7 svart bonde · b7 svart bonde · c7 svart bonde · d7 svart bonde · f7 svart bonde · g7 svart bonde · h7 svart bonde · e5 svart bonde · e4 vit bonde · f3 vit springare · a2 vit bonde · b2 vit bonde · c2 vit bonde · d2 vit bonde · f2 vit bonde · g2 vit bonde · h2 vit bonde · a1 vit torn · b1 vit springare · c1 vit löpare · d1 vit drottning · e1 vit kung · f1 vit löpare · h1 vit torn | a8 svart torn · b8 svart springare · c8 svart löpare · d8 svart drottning · e8 svart kung · f8 svart löpare · g8 svart springare · h8 svart torn · a7 svart bonde · b7 svart bonde · c7 svart bonde · d7 svart bonde · f7 svart bonde · g7 svart bonde · h7 svart bonde · e5 svart bonde · e4 vit bonde · f3 vit springare · a2 vit bonde · b2 vit bonde · c2 vit bonde · d2 vit bonde · f2 vit bonde · g2 vit bonde · h2 vit bonde · a1 vit torn · b1 vit springare · c1 vit löpare · d1 vit drottning · e1 vit kung · f1 vit löpare · h1 vit torn | a8 svart torn · b8 svart springare · c8 svart löpare · d8 svart drottning · e8 svart kung · f8 svart löpare · g8 svart springare · h8 svart torn · a7 svart bonde · b7 svart bonde · c7 svart bonde · d7 svart bonde · f7 svart bonde · g7 svart bonde · h7 svart bonde · e5 svart bonde · e4 vit bonde · f3 vit springare · a2 vit bonde · b2 vit bonde · c2 vit bonde · d2 vit bonde · f2 vit bonde · g2 vit bonde · h2 vit bonde · a1 vit torn · b1 vit springare · c1 vit löpare · d1 vit drottning · e1 vit kung · f1 vit löpare · h1 vit torn | a8 svart torn · b8 svart springare · c8 svart löpare · d8 svart drottning · e8 svart kung · f8 svart löpare · g8 svart springare · h8 svart torn · a7 svart bonde · b7 svart bonde · c7 svart bonde · d7 svart bonde · f7 svart bonde · g7 svart bonde · h7 svart bonde · e5 svart bonde · e4 vit bonde · f3 vit springare · a2 vit bonde · b2 vit bonde · c2 vit bonde · d2 vit bonde · f2 vit bonde · g2 vit bonde · h2 vit bonde · a1 vit torn · b1 vit springare · c1 vit löpare · d1 vit drottning · e1 vit kung · f1 vit löpare · h1 vit torn | a8 svart torn · b8 svart springare · c8 svart löpare · d8 svart drottning · e8 svart kung · f8 svart löpare · g8 svart springare · h8 svart torn · a7 svart bonde · b7 svart bonde · c7 svart bonde · d7 svart bonde · f7 svart bonde · g7 svart bonde · h7 svart bonde · e5 svart bonde · e4 vit bonde · f3 vit springare · a2 vit bonde · b2 vit bonde · c2 vit bonde · d2 vit bonde · f2 vit bonde · g2 vit bonde · h2 vit bonde · a1 vit torn · b1 vit springare · c1 vit löpare · d1 vit drottning · e1 vit kung · f1 vit löpare · h1 vit torn | a8 svart torn · b8 svart springare · c8 svart löpare · d8 svart drottning · e8 svart kung · f8 svart löpare · g8 svart springare · h8 svart torn · a7 svart bonde · b7 svart bonde · c7 svart bonde · d7 svart bonde · f7 svart bonde · g7 svart bonde · h7 svart bonde · e5 svart bonde · e4 vit bonde · f3 vit springare · a2 vit bonde · b2 vit bonde · c2 vit bonde · d2 vit bonde · f2 vit bonde · g2 vit bonde · h2 vit bonde · a1 vit torn · b1 vit springare · c1 vit löpare · d1 vit drottning · e1 vit kung · f1 vit löpare · h1 vit torn | a8 svart torn · b8 svart springare · c8 svart löpare · d8 svart drottning · e8 svart kung · f8 svart löpare · g8 svart springare · h8 svart torn · a7 svart bonde · b7 svart bonde · c7 svart bonde · d7 svart bonde · f7 svart bonde · g7 svart bonde · h7 svart bonde · e5 svart bonde · e4 vit bonde · f3 vit springare · a2 vit bonde · b2 vit bonde · c2 vit bonde · d2 vit bonde · f2 vit bonde · g2 vit bonde · h2 vit bonde · a1 vit torn · b1 vit springare · c1 vit löpare · d1 vit drottning · e1 vit kung · f1 vit löpare · h1 vit torn | 3 |
| 2 | a8 svart torn · b8 svart springare · c8 svart löpare · d8 svart drottning · e8 svart kung · f8 svart löpare · g8 svart springare · h8 svart torn · a7 svart bonde · b7 svart bonde · c7 svart bonde · d7 svart bonde · f7 svart bonde · g7 svart bonde · h7 svart bonde · e5 svart bonde · e4 vit bonde · f3 vit springare · a2 vit bonde · b2 vit bonde · c2 vit bonde · d2 vit bonde · f2 vit bonde · g2 vit bonde · h2 vit bonde · a1 vit torn · b1 vit springare · c1 vit löpare · d1 vit drottning · e1 vit kung · f1 vit löpare · h1 vit torn | a8 svart torn · b8 svart springare · c8 svart löpare · d8 svart drottning · e8 svart kung · f8 svart löpare · g8 svart springare · h8 svart torn · a7 svart bonde · b7 svart bonde · c7 svart bonde · d7 svart bonde · f7 svart bonde · g7 svart bonde · h7 svart bonde · e5 svart bonde · e4 vit bonde · f3 vit springare · a2 vit bonde · b2 vit bonde · c2 vit bonde · d2 vit bonde · f2 vit bonde · g2 vit bonde · h2 vit bonde · a1 vit torn · b1 vit springare · c1 vit löpare · d1 vit drottning · e1 vit kung · f1 vit löpare · h1 vit torn | a8 svart torn · b8 svart springare · c8 svart löpare · d8 svart drottning · e8 svart kung · f8 svart löpare · g8 svart springare · h8 svart torn · a7 svart bonde · b7 svart bonde · c7 svart bonde · d7 svart bonde · f7 svart bonde · g7 svart bonde · h7 svart bonde · e5 svart bonde · e4 vit bonde · f3 vit springare · a2 vit bonde · b2 vit bonde · c2 vit bonde · d2 vit bonde · f2 vit bonde · g2 vit bonde · h2 vit bonde · a1 vit torn · b1 vit springare · c1 vit löpare · d1 vit drottning · e1 vit kung · f1 vit löpare · h1 vit torn | a8 svart torn · b8 svart springare · c8 svart löpare · d8 svart drottning · e8 svart kung · f8 svart löpare · g8 svart springare · h8 svart torn · a7 svart bonde · b7 svart bonde · c7 svart bonde · d7 svart bonde · f7 svart bonde · g7 svart bonde · h7 svart bonde · e5 svart bonde · e4 vit bonde · f3 vit springare · a2 vit bonde · b2 vit bonde · c2 vit bonde · d2 vit bonde · f2 vit bonde · g2 vit bonde · h2 vit bonde · a1 vit torn · b1 vit springare · c1 vit löpare · d1 vit drottning · e1 vit kung · f1 vit löpare · h1 vit torn | a8 svart torn · b8 svart springare · c8 svart löpare · d8 svart drottning · e8 svart kung · f8 svart löpare · g8 svart springare · h8 svart torn · a7 svart bonde · b7 svart bonde · c7 svart bonde · d7 svart bonde · f7 svart bonde · g7 svart bonde · h7 svart bonde · e5 svart bonde · e4 vit bonde · f3 vit springare · a2 vit bonde · b2 vit bonde · c2 vit bonde · d2 vit bonde · f2 vit bonde · g2 vit bonde · h2 vit bonde · a1 vit torn · b1 vit springare · c1 vit löpare · d1 vit drottning · e1 vit kung · f1 vit löpare · h1 vit torn | a8 svart torn · b8 svart springare · c8 svart löpare · d8 svart drottning · e8 svart kung · f8 svart löpare · g8 svart springare · h8 svart torn · a7 svart bonde · b7 svart bonde · c7 svart bonde · d7 svart bonde · f7 svart bonde · g7 svart bonde · h7 svart bonde · e5 svart bonde · e4 vit bonde · f3 vit springare · a2 vit bonde · b2 vit bonde · c2 vit bonde · d2 vit bonde · f2 vit bonde · g2 vit bonde · h2 vit bonde · a1 vit torn · b1 vit springare · c1 vit löpare · d1 vit drottning · e1 vit kung · f1 vit löpare · h1 vit torn | a8 svart torn · b8 svart springare · c8 svart löpare · d8 svart drottning · e8 svart kung · f8 svart löpare · g8 svart springare · h8 svart torn · a7 svart bonde · b7 svart bonde · c7 svart bonde · d7 svart bonde · f7 svart bonde · g7 svart bonde · h7 svart bonde · e5 svart bonde · e4 vit bonde · f3 vit springare · a2 vit bonde · b2 vit bonde · c2 vit bonde · d2 vit bonde · f2 vit bonde · g2 vit bonde · h2 vit bonde · a1 vit torn · b1 vit springare · c1 vit löpare · d1 vit drottning · e1 vit kung · f1 vit löpare · h1 vit torn | a8 svart torn · b8 svart springare · c8 svart löpare · d8 svart drottning · e8 svart kung · f8 svart löpare · g8 svart springare · h8 svart torn · a7 svart bonde · b7 svart bonde · c7 svart bonde · d7 svart bonde · f7 svart bonde · g7 svart bonde · h7 svart bonde · e5 svart bonde · e4 vit bonde · f3 vit springare · a2 vit bonde · b2 vit bonde · c2 vit bonde · d2 vit bonde · f2 vit bonde · g2 vit bonde · h2 vit bonde · a1 vit torn · b1 vit springare · c1 vit löpare · d1 vit drottning · e1 vit kung · f1 vit löpare · h1 vit torn | 2 |
| 1 | a8 svart torn · b8 svart springare · c8 svart löpare · d8 svart drottning · e8 svart kung · f8 svart löpare · g8 svart springare · h8 svart torn · a7 svart bonde · b7 svart bonde · c7 svart bonde · d7 svart bonde · f7 svart bonde · g7 svart bonde · h7 svart bonde · e5 svart bonde · e4 vit bonde · f3 vit springare · a2 vit bonde · b2 vit bonde · c2 vit bonde · d2 vit bonde · f2 vit bonde · g2 vit bonde · h2 vit bonde · a1 vit torn · b1 vit springare · c1 vit löpare · d1 vit drottning · e1 vit kung · f1 vit löpare · h1 vit torn | a8 svart torn · b8 svart springare · c8 svart löpare · d8 svart drottning · e8 svart kung · f8 svart löpare · g8 svart springare · h8 svart torn · a7 svart bonde · b7 svart bonde · c7 svart bonde · d7 svart bonde · f7 svart bonde · g7 svart bonde · h7 svart bonde · e5 svart bonde · e4 vit bonde · f3 vit springare · a2 vit bonde · b2 vit bonde · c2 vit bonde · d2 vit bonde · f2 vit bonde · g2 vit bonde · h2 vit bonde · a1 vit torn · b1 vit springare · c1 vit löpare · d1 vit drottning · e1 vit kung · f1 vit löpare · h1 vit torn | a8 svart torn · b8 svart springare · c8 svart löpare · d8 svart drottning · e8 svart kung · f8 svart löpare · g8 svart springare · h8 svart torn · a7 svart bonde · b7 svart bonde · c7 svart bonde · d7 svart bonde · f7 svart bonde · g7 svart bonde · h7 svart bonde · e5 svart bonde · e4 vit bonde · f3 vit springare · a2 vit bonde · b2 vit bonde · c2 vit bonde · d2 vit bonde · f2 vit bonde · g2 vit bonde · h2 vit bonde · a1 vit torn · b1 vit springare · c1 vit löpare · d1 vit drottning · e1 vit kung · f1 vit löpare · h1 vit torn | a8 svart torn · b8 svart springare · c8 svart löpare · d8 svart drottning · e8 svart kung · f8 svart löpare · g8 svart springare · h8 svart torn · a7 svart bonde · b7 svart bonde · c7 svart bonde · d7 svart bonde · f7 svart bonde · g7 svart bonde · h7 svart bonde · e5 svart bonde · e4 vit bonde · f3 vit springare · a2 vit bonde · b2 vit bonde · c2 vit bonde · d2 vit bonde · f2 vit bonde · g2 vit bonde · h2 vit bonde · a1 vit torn · b1 vit springare · c1 vit löpare · d1 vit drottning · e1 vit kung · f1 vit löpare · h1 vit torn | a8 svart torn · b8 svart springare · c8 svart löpare · d8 svart drottning · e8 svart kung · f8 svart löpare · g8 svart springare · h8 svart torn · a7 svart bonde · b7 svart bonde · c7 svart bonde · d7 svart bonde · f7 svart bonde · g7 svart bonde · h7 svart bonde · e5 svart bonde · e4 vit bonde · f3 vit springare · a2 vit bonde · b2 vit bonde · c2 vit bonde · d2 vit bonde · f2 vit bonde · g2 vit bonde · h2 vit bonde · a1 vit torn · b1 vit springare · c1 vit löpare · d1 vit drottning · e1 vit kung · f1 vit löpare · h1 vit torn | a8 svart torn · b8 svart springare · c8 svart löpare · d8 svart drottning · e8 svart kung · f8 svart löpare · g8 svart springare · h8 svart torn · a7 svart bonde · b7 svart bonde · c7 svart bonde · d7 svart bonde · f7 svart bonde · g7 svart bonde · h7 svart bonde · e5 svart bonde · e4 vit bonde · f3 vit springare · a2 vit bonde · b2 vit bonde · c2 vit bonde · d2 vit bonde · f2 vit bonde · g2 vit bonde · h2 vit bonde · a1 vit torn · b1 vit springare · c1 vit löpare · d1 vit drottning · e1 vit kung · f1 vit löpare · h1 vit torn | a8 svart torn · b8 svart springare · c8 svart löpare · d8 svart drottning · e8 svart kung · f8 svart löpare · g8 svart springare · h8 svart torn · a7 svart bonde · b7 svart bonde · c7 svart bonde · d7 svart bonde · f7 svart bonde · g7 svart bonde · h7 svart bonde · e5 svart bonde · e4 vit bonde · f3 vit springare · a2 vit bonde · b2 vit bonde · c2 vit bonde · d2 vit bonde · f2 vit bonde · g2 vit bonde · h2 vit bonde · a1 vit torn · b1 vit springare · c1 vit löpare · d1 vit drottning · e1 vit kung · f1 vit löpare · h1 vit torn | a8 svart torn · b8 svart springare · c8 svart löpare · d8 svart drottning · e8 svart kung · f8 svart löpare · g8 svart springare · h8 svart torn · a7 svart bonde · b7 svart bonde · c7 svart bonde · d7 svart bonde · f7 svart bonde · g7 svart bonde · h7 svart bonde · e5 svart bonde · e4 vit bonde · f3 vit springare · a2 vit bonde · b2 vit bonde · c2 vit bonde · d2 vit bonde · f2 vit bonde · g2 vit bonde · h2 vit bonde · a1 vit torn · b1 vit springare · c1 vit löpare · d1 vit drottning · e1 vit kung · f1 vit löpare · h1 vit torn | 1 |
|   | a | b | c | d | e | f | g | h |   |

C40 Kungsspringaröppning
1.e4 e5 2.Sf3
C41 Philidors försvar
1.e4 e5 2.Sf3 d6
C42 Ryskt parti
1.e4 e5 2.Sf3 Sf6
C43 Ryskt parti, moderna (Steinitzvarianten)
1.e4 e5 2.Sf3 Sf6 3.d4 exd4 4.e5 Se4 5.Dxd4
C44 Kungsbondespel
1.e4 e5 2.Sf3 Sc6
C45 Skotskt parti
1.e4 e5 2.Sf3 Sc6 3.d4 exd4 4.Sxd4
C46 Trespringarspel
1.e4 e5 2.Sf3 Sc6 3.Sc3
C47 Fyrspringarspel
1.e4 e5 2.Sf3 Sc6 3.Sc3 Sf6
C48 Fyrspringarspel
1.e4 e5 2.Sf3 Sc6 3.Sc3 Sf6 4.Lb5
C49 Fyrspringarspel
1.e4 e5 2.Sf3 Sc6 3.Sc3 Sf6 4.Lb5 Lb4

### C50-C59: Italienskt och preussiskt parti
|   | a | b | c | d | e | f | g | h |   |
| 8 | a8 svart torn · c8 svart löpare · d8 svart drottning · e8 svart kung · f8 svart löpare · g8 svart springare · h8 svart torn · a7 svart bonde · b7 svart bonde · c7 svart bonde · d7 svart bonde · f7 svart bonde · g7 svart bonde · h7 svart bonde · c6 svart springare · e5 svart bonde · c4 vit löpare · e4 vit bonde · f3 vit springare · a2 vit bonde · b2 vit bonde · c2 vit bonde · d2 vit bonde · f2 vit bonde · g2 vit bonde · h2 vit bonde · a1 vit torn · b1 vit springare · c1 vit löpare · d1 vit drottning · e1 vit kung · h1 vit torn | a8 svart torn · c8 svart löpare · d8 svart drottning · e8 svart kung · f8 svart löpare · g8 svart springare · h8 svart torn · a7 svart bonde · b7 svart bonde · c7 svart bonde · d7 svart bonde · f7 svart bonde · g7 svart bonde · h7 svart bonde · c6 svart springare · e5 svart bonde · c4 vit löpare · e4 vit bonde · f3 vit springare · a2 vit bonde · b2 vit bonde · c2 vit bonde · d2 vit bonde · f2 vit bonde · g2 vit bonde · h2 vit bonde · a1 vit torn · b1 vit springare · c1 vit löpare · d1 vit drottning · e1 vit kung · h1 vit torn | a8 svart torn · c8 svart löpare · d8 svart drottning · e8 svart kung · f8 svart löpare · g8 svart springare · h8 svart torn · a7 svart bonde · b7 svart bonde · c7 svart bonde · d7 svart bonde · f7 svart bonde · g7 svart bonde · h7 svart bonde · c6 svart springare · e5 svart bonde · c4 vit löpare · e4 vit bonde · f3 vit springare · a2 vit bonde · b2 vit bonde · c2 vit bonde · d2 vit bonde · f2 vit bonde · g2 vit bonde · h2 vit bonde · a1 vit torn · b1 vit springare · c1 vit löpare · d1 vit drottning · e1 vit kung · h1 vit torn | a8 svart torn · c8 svart löpare · d8 svart drottning · e8 svart kung · f8 svart löpare · g8 svart springare · h8 svart torn · a7 svart bonde · b7 svart bonde · c7 svart bonde · d7 svart bonde · f7 svart bonde · g7 svart bonde · h7 svart bonde · c6 svart springare · e5 svart bonde · c4 vit löpare · e4 vit bonde · f3 vit springare · a2 vit bonde · b2 vit bonde · c2 vit bonde · d2 vit bonde · f2 vit bonde · g2 vit bonde · h2 vit bonde · a1 vit torn · b1 vit springare · c1 vit löpare · d1 vit drottning · e1 vit kung · h1 vit torn | a8 svart torn · c8 svart löpare · d8 svart drottning · e8 svart kung · f8 svart löpare · g8 svart springare · h8 svart torn · a7 svart bonde · b7 svart bonde · c7 svart bonde · d7 svart bonde · f7 svart bonde · g7 svart bonde · h7 svart bonde · c6 svart springare · e5 svart bonde · c4 vit löpare · e4 vit bonde · f3 vit springare · a2 vit bonde · b2 vit bonde · c2 vit bonde · d2 vit bonde · f2 vit bonde · g2 vit bonde · h2 vit bonde · a1 vit torn · b1 vit springare · c1 vit löpare · d1 vit drottning · e1 vit kung · h1 vit torn | a8 svart torn · c8 svart löpare · d8 svart drottning · e8 svart kung · f8 svart löpare · g8 svart springare · h8 svart torn · a7 svart bonde · b7 svart bonde · c7 svart bonde · d7 svart bonde · f7 svart bonde · g7 svart bonde · h7 svart bonde · c6 svart springare · e5 svart bonde · c4 vit löpare · e4 vit bonde · f3 vit springare · a2 vit bonde · b2 vit bonde · c2 vit bonde · d2 vit bonde · f2 vit bonde · g2 vit bonde · h2 vit bonde · a1 vit torn · b1 vit springare · c1 vit löpare · d1 vit drottning · e1 vit kung · h1 vit torn | a8 svart torn · c8 svart löpare · d8 svart drottning · e8 svart kung · f8 svart löpare · g8 svart springare · h8 svart torn · a7 svart bonde · b7 svart bonde · c7 svart bonde · d7 svart bonde · f7 svart bonde · g7 svart bonde · h7 svart bonde · c6 svart springare · e5 svart bonde · c4 vit löpare · e4 vit bonde · f3 vit springare · a2 vit bonde · b2 vit bonde · c2 vit bonde · d2 vit bonde · f2 vit bonde · g2 vit bonde · h2 vit bonde · a1 vit torn · b1 vit springare · c1 vit löpare · d1 vit drottning · e1 vit kung · h1 vit torn | a8 svart torn · c8 svart löpare · d8 svart drottning · e8 svart kung · f8 svart löpare · g8 svart springare · h8 svart torn · a7 svart bonde · b7 svart bonde · c7 svart bonde · d7 svart bonde · f7 svart bonde · g7 svart bonde · h7 svart bonde · c6 svart springare · e5 svart bonde · c4 vit löpare · e4 vit bonde · f3 vit springare · a2 vit bonde · b2 vit bonde · c2 vit bonde · d2 vit bonde · f2 vit bonde · g2 vit bonde · h2 vit bonde · a1 vit torn · b1 vit springare · c1 vit löpare · d1 vit drottning · e1 vit kung · h1 vit torn | 8 |
| 7 | a8 svart torn · c8 svart löpare · d8 svart drottning · e8 svart kung · f8 svart löpare · g8 svart springare · h8 svart torn · a7 svart bonde · b7 svart bonde · c7 svart bonde · d7 svart bonde · f7 svart bonde · g7 svart bonde · h7 svart bonde · c6 svart springare · e5 svart bonde · c4 vit löpare · e4 vit bonde · f3 vit springare · a2 vit bonde · b2 vit bonde · c2 vit bonde · d2 vit bonde · f2 vit bonde · g2 vit bonde · h2 vit bonde · a1 vit torn · b1 vit springare · c1 vit löpare · d1 vit drottning · e1 vit kung · h1 vit torn | a8 svart torn · c8 svart löpare · d8 svart drottning · e8 svart kung · f8 svart löpare · g8 svart springare · h8 svart torn · a7 svart bonde · b7 svart bonde · c7 svart bonde · d7 svart bonde · f7 svart bonde · g7 svart bonde · h7 svart bonde · c6 svart springare · e5 svart bonde · c4 vit löpare · e4 vit bonde · f3 vit springare · a2 vit bonde · b2 vit bonde · c2 vit bonde · d2 vit bonde · f2 vit bonde · g2 vit bonde · h2 vit bonde · a1 vit torn · b1 vit springare · c1 vit löpare · d1 vit drottning · e1 vit kung · h1 vit torn | a8 svart torn · c8 svart löpare · d8 svart drottning · e8 svart kung · f8 svart löpare · g8 svart springare · h8 svart torn · a7 svart bonde · b7 svart bonde · c7 svart bonde · d7 svart bonde · f7 svart bonde · g7 svart bonde · h7 svart bonde · c6 svart springare · e5 svart bonde · c4 vit löpare · e4 vit bonde · f3 vit springare · a2 vit bonde · b2 vit bonde · c2 vit bonde · d2 vit bonde · f2 vit bonde · g2 vit bonde · h2 vit bonde · a1 vit torn · b1 vit springare · c1 vit löpare · d1 vit drottning · e1 vit kung · h1 vit torn | a8 svart torn · c8 svart löpare · d8 svart drottning · e8 svart kung · f8 svart löpare · g8 svart springare · h8 svart torn · a7 svart bonde · b7 svart bonde · c7 svart bonde · d7 svart bonde · f7 svart bonde · g7 svart bonde · h7 svart bonde · c6 svart springare · e5 svart bonde · c4 vit löpare · e4 vit bonde · f3 vit springare · a2 vit bonde · b2 vit bonde · c2 vit bonde · d2 vit bonde · f2 vit bonde · g2 vit bonde · h2 vit bonde · a1 vit torn · b1 vit springare · c1 vit löpare · d1 vit drottning · e1 vit kung · h1 vit torn | a8 svart torn · c8 svart löpare · d8 svart drottning · e8 svart kung · f8 svart löpare · g8 svart springare · h8 svart torn · a7 svart bonde · b7 svart bonde · c7 svart bonde · d7 svart bonde · f7 svart bonde · g7 svart bonde · h7 svart bonde · c6 svart springare · e5 svart bonde · c4 vit löpare · e4 vit bonde · f3 vit springare · a2 vit bonde · b2 vit bonde · c2 vit bonde · d2 vit bonde · f2 vit bonde · g2 vit bonde · h2 vit bonde · a1 vit torn · b1 vit springare · c1 vit löpare · d1 vit drottning · e1 vit kung · h1 vit torn | a8 svart torn · c8 svart löpare · d8 svart drottning · e8 svart kung · f8 svart löpare · g8 svart springare · h8 svart torn · a7 svart bonde · b7 svart bonde · c7 svart bonde · d7 svart bonde · f7 svart bonde · g7 svart bonde · h7 svart bonde · c6 svart springare · e5 svart bonde · c4 vit löpare · e4 vit bonde · f3 vit springare · a2 vit bonde · b2 vit bonde · c2 vit bonde · d2 vit bonde · f2 vit bonde · g2 vit bonde · h2 vit bonde · a1 vit torn · b1 vit springare · c1 vit löpare · d1 vit drottning · e1 vit kung · h1 vit torn | a8 svart torn · c8 svart löpare · d8 svart drottning · e8 svart kung · f8 svart löpare · g8 svart springare · h8 svart torn · a7 svart bonde · b7 svart bonde · c7 svart bonde · d7 svart bonde · f7 svart bonde · g7 svart bonde · h7 svart bonde · c6 svart springare · e5 svart bonde · c4 vit löpare · e4 vit bonde · f3 vit springare · a2 vit bonde · b2 vit bonde · c2 vit bonde · d2 vit bonde · f2 vit bonde · g2 vit bonde · h2 vit bonde · a1 vit torn · b1 vit springare · c1 vit löpare · d1 vit drottning · e1 vit kung · h1 vit torn | a8 svart torn · c8 svart löpare · d8 svart drottning · e8 svart kung · f8 svart löpare · g8 svart springare · h8 svart torn · a7 svart bonde · b7 svart bonde · c7 svart bonde · d7 svart bonde · f7 svart bonde · g7 svart bonde · h7 svart bonde · c6 svart springare · e5 svart bonde · c4 vit löpare · e4 vit bonde · f3 vit springare · a2 vit bonde · b2 vit bonde · c2 vit bonde · d2 vit bonde · f2 vit bonde · g2 vit bonde · h2 vit bonde · a1 vit torn · b1 vit springare · c1 vit löpare · d1 vit drottning · e1 vit kung · h1 vit torn | 7 |
| 6 | a8 svart torn · c8 svart löpare · d8 svart drottning · e8 svart kung · f8 svart löpare · g8 svart springare · h8 svart torn · a7 svart bonde · b7 svart bonde · c7 svart bonde · d7 svart bonde · f7 svart bonde · g7 svart bonde · h7 svart bonde · c6 svart springare · e5 svart bonde · c4 vit löpare · e4 vit bonde · f3 vit springare · a2 vit bonde · b2 vit bonde · c2 vit bonde · d2 vit bonde · f2 vit bonde · g2 vit bonde · h2 vit bonde · a1 vit torn · b1 vit springare · c1 vit löpare · d1 vit drottning · e1 vit kung · h1 vit torn | a8 svart torn · c8 svart löpare · d8 svart drottning · e8 svart kung · f8 svart löpare · g8 svart springare · h8 svart torn · a7 svart bonde · b7 svart bonde · c7 svart bonde · d7 svart bonde · f7 svart bonde · g7 svart bonde · h7 svart bonde · c6 svart springare · e5 svart bonde · c4 vit löpare · e4 vit bonde · f3 vit springare · a2 vit bonde · b2 vit bonde · c2 vit bonde · d2 vit bonde · f2 vit bonde · g2 vit bonde · h2 vit bonde · a1 vit torn · b1 vit springare · c1 vit löpare · d1 vit drottning · e1 vit kung · h1 vit torn | a8 svart torn · c8 svart löpare · d8 svart drottning · e8 svart kung · f8 svart löpare · g8 svart springare · h8 svart torn · a7 svart bonde · b7 svart bonde · c7 svart bonde · d7 svart bonde · f7 svart bonde · g7 svart bonde · h7 svart bonde · c6 svart springare · e5 svart bonde · c4 vit löpare · e4 vit bonde · f3 vit springare · a2 vit bonde · b2 vit bonde · c2 vit bonde · d2 vit bonde · f2 vit bonde · g2 vit bonde · h2 vit bonde · a1 vit torn · b1 vit springare · c1 vit löpare · d1 vit drottning · e1 vit kung · h1 vit torn | a8 svart torn · c8 svart löpare · d8 svart drottning · e8 svart kung · f8 svart löpare · g8 svart springare · h8 svart torn · a7 svart bonde · b7 svart bonde · c7 svart bonde · d7 svart bonde · f7 svart bonde · g7 svart bonde · h7 svart bonde · c6 svart springare · e5 svart bonde · c4 vit löpare · e4 vit bonde · f3 vit springare · a2 vit bonde · b2 vit bonde · c2 vit bonde · d2 vit bonde · f2 vit bonde · g2 vit bonde · h2 vit bonde · a1 vit torn · b1 vit springare · c1 vit löpare · d1 vit drottning · e1 vit kung · h1 vit torn | a8 svart torn · c8 svart löpare · d8 svart drottning · e8 svart kung · f8 svart löpare · g8 svart springare · h8 svart torn · a7 svart bonde · b7 svart bonde · c7 svart bonde · d7 svart bonde · f7 svart bonde · g7 svart bonde · h7 svart bonde · c6 svart springare · e5 svart bonde · c4 vit löpare · e4 vit bonde · f3 vit springare · a2 vit bonde · b2 vit bonde · c2 vit bonde · d2 vit bonde · f2 vit bonde · g2 vit bonde · h2 vit bonde · a1 vit torn · b1 vit springare · c1 vit löpare · d1 vit drottning · e1 vit kung · h1 vit torn | a8 svart torn · c8 svart löpare · d8 svart drottning · e8 svart kung · f8 svart löpare · g8 svart springare · h8 svart torn · a7 svart bonde · b7 svart bonde · c7 svart bonde · d7 svart bonde · f7 svart bonde · g7 svart bonde · h7 svart bonde · c6 svart springare · e5 svart bonde · c4 vit löpare · e4 vit bonde · f3 vit springare · a2 vit bonde · b2 vit bonde · c2 vit bonde · d2 vit bonde · f2 vit bonde · g2 vit bonde · h2 vit bonde · a1 vit torn · b1 vit springare · c1 vit löpare · d1 vit drottning · e1 vit kung · h1 vit torn | a8 svart torn · c8 svart löpare · d8 svart drottning · e8 svart kung · f8 svart löpare · g8 svart springare · h8 svart torn · a7 svart bonde · b7 svart bonde · c7 svart bonde · d7 svart bonde · f7 svart bonde · g7 svart bonde · h7 svart bonde · c6 svart springare · e5 svart bonde · c4 vit löpare · e4 vit bonde · f3 vit springare · a2 vit bonde · b2 vit bonde · c2 vit bonde · d2 vit bonde · f2 vit bonde · g2 vit bonde · h2 vit bonde · a1 vit torn · b1 vit springare · c1 vit löpare · d1 vit drottning · e1 vit kung · h1 vit torn | a8 svart torn · c8 svart löpare · d8 svart drottning · e8 svart kung · f8 svart löpare · g8 svart springare · h8 svart torn · a7 svart bonde · b7 svart bonde · c7 svart bonde · d7 svart bonde · f7 svart bonde · g7 svart bonde · h7 svart bonde · c6 svart springare · e5 svart bonde · c4 vit löpare · e4 vit bonde · f3 vit springare · a2 vit bonde · b2 vit bonde · c2 vit bonde · d2 vit bonde · f2 vit bonde · g2 vit bonde · h2 vit bonde · a1 vit torn · b1 vit springare · c1 vit löpare · d1 vit drottning · e1 vit kung · h1 vit torn | 6 |
| 5 | a8 svart torn · c8 svart löpare · d8 svart drottning · e8 svart kung · f8 svart löpare · g8 svart springare · h8 svart torn · a7 svart bonde · b7 svart bonde · c7 svart bonde · d7 svart bonde · f7 svart bonde · g7 svart bonde · h7 svart bonde · c6 svart springare · e5 svart bonde · c4 vit löpare · e4 vit bonde · f3 vit springare · a2 vit bonde · b2 vit bonde · c2 vit bonde · d2 vit bonde · f2 vit bonde · g2 vit bonde · h2 vit bonde · a1 vit torn · b1 vit springare · c1 vit löpare · d1 vit drottning · e1 vit kung · h1 vit torn | a8 svart torn · c8 svart löpare · d8 svart drottning · e8 svart kung · f8 svart löpare · g8 svart springare · h8 svart torn · a7 svart bonde · b7 svart bonde · c7 svart bonde · d7 svart bonde · f7 svart bonde · g7 svart bonde · h7 svart bonde · c6 svart springare · e5 svart bonde · c4 vit löpare · e4 vit bonde · f3 vit springare · a2 vit bonde · b2 vit bonde · c2 vit bonde · d2 vit bonde · f2 vit bonde · g2 vit bonde · h2 vit bonde · a1 vit torn · b1 vit springare · c1 vit löpare · d1 vit drottning · e1 vit kung · h1 vit torn | a8 svart torn · c8 svart löpare · d8 svart drottning · e8 svart kung · f8 svart löpare · g8 svart springare · h8 svart torn · a7 svart bonde · b7 svart bonde · c7 svart bonde · d7 svart bonde · f7 svart bonde · g7 svart bonde · h7 svart bonde · c6 svart springare · e5 svart bonde · c4 vit löpare · e4 vit bonde · f3 vit springare · a2 vit bonde · b2 vit bonde · c2 vit bonde · d2 vit bonde · f2 vit bonde · g2 vit bonde · h2 vit bonde · a1 vit torn · b1 vit springare · c1 vit löpare · d1 vit drottning · e1 vit kung · h1 vit torn | a8 svart torn · c8 svart löpare · d8 svart drottning · e8 svart kung · f8 svart löpare · g8 svart springare · h8 svart torn · a7 svart bonde · b7 svart bonde · c7 svart bonde · d7 svart bonde · f7 svart bonde · g7 svart bonde · h7 svart bonde · c6 svart springare · e5 svart bonde · c4 vit löpare · e4 vit bonde · f3 vit springare · a2 vit bonde · b2 vit bonde · c2 vit bonde · d2 vit bonde · f2 vit bonde · g2 vit bonde · h2 vit bonde · a1 vit torn · b1 vit springare · c1 vit löpare · d1 vit drottning · e1 vit kung · h1 vit torn | a8 svart torn · c8 svart löpare · d8 svart drottning · e8 svart kung · f8 svart löpare · g8 svart springare · h8 svart torn · a7 svart bonde · b7 svart bonde · c7 svart bonde · d7 svart bonde · f7 svart bonde · g7 svart bonde · h7 svart bonde · c6 svart springare · e5 svart bonde · c4 vit löpare · e4 vit bonde · f3 vit springare · a2 vit bonde · b2 vit bonde · c2 vit bonde · d2 vit bonde · f2 vit bonde · g2 vit bonde · h2 vit bonde · a1 vit torn · b1 vit springare · c1 vit löpare · d1 vit drottning · e1 vit kung · h1 vit torn | a8 svart torn · c8 svart löpare · d8 svart drottning · e8 svart kung · f8 svart löpare · g8 svart springare · h8 svart torn · a7 svart bonde · b7 svart bonde · c7 svart bonde · d7 svart bonde · f7 svart bonde · g7 svart bonde · h7 svart bonde · c6 svart springare · e5 svart bonde · c4 vit löpare · e4 vit bonde · f3 vit springare · a2 vit bonde · b2 vit bonde · c2 vit bonde · d2 vit bonde · f2 vit bonde · g2 vit bonde · h2 vit bonde · a1 vit torn · b1 vit springare · c1 vit löpare · d1 vit drottning · e1 vit kung · h1 vit torn | a8 svart torn · c8 svart löpare · d8 svart drottning · e8 svart kung · f8 svart löpare · g8 svart springare · h8 svart torn · a7 svart bonde · b7 svart bonde · c7 svart bonde · d7 svart bonde · f7 svart bonde · g7 svart bonde · h7 svart bonde · c6 svart springare · e5 svart bonde · c4 vit löpare · e4 vit bonde · f3 vit springare · a2 vit bonde · b2 vit bonde · c2 vit bonde · d2 vit bonde · f2 vit bonde · g2 vit bonde · h2 vit bonde · a1 vit torn · b1 vit springare · c1 vit löpare · d1 vit drottning · e1 vit kung · h1 vit torn | a8 svart torn · c8 svart löpare · d8 svart drottning · e8 svart kung · f8 svart löpare · g8 svart springare · h8 svart torn · a7 svart bonde · b7 svart bonde · c7 svart bonde · d7 svart bonde · f7 svart bonde · g7 svart bonde · h7 svart bonde · c6 svart springare · e5 svart bonde · c4 vit löpare · e4 vit bonde · f3 vit springare · a2 vit bonde · b2 vit bonde · c2 vit bonde · d2 vit bonde · f2 vit bonde · g2 vit bonde · h2 vit bonde · a1 vit torn · b1 vit springare · c1 vit löpare · d1 vit drottning · e1 vit kung · h1 vit torn | 5 |
| 4 | a8 svart torn · c8 svart löpare · d8 svart drottning · e8 svart kung · f8 svart löpare · g8 svart springare · h8 svart torn · a7 svart bonde · b7 svart bonde · c7 svart bonde · d7 svart bonde · f7 svart bonde · g7 svart bonde · h7 svart bonde · c6 svart springare · e5 svart bonde · c4 vit löpare · e4 vit bonde · f3 vit springare · a2 vit bonde · b2 vit bonde · c2 vit bonde · d2 vit bonde · f2 vit bonde · g2 vit bonde · h2 vit bonde · a1 vit torn · b1 vit springare · c1 vit löpare · d1 vit drottning · e1 vit kung · h1 vit torn | a8 svart torn · c8 svart löpare · d8 svart drottning · e8 svart kung · f8 svart löpare · g8 svart springare · h8 svart torn · a7 svart bonde · b7 svart bonde · c7 svart bonde · d7 svart bonde · f7 svart bonde · g7 svart bonde · h7 svart bonde · c6 svart springare · e5 svart bonde · c4 vit löpare · e4 vit bonde · f3 vit springare · a2 vit bonde · b2 vit bonde · c2 vit bonde · d2 vit bonde · f2 vit bonde · g2 vit bonde · h2 vit bonde · a1 vit torn · b1 vit springare · c1 vit löpare · d1 vit drottning · e1 vit kung · h1 vit torn | a8 svart torn · c8 svart löpare · d8 svart drottning · e8 svart kung · f8 svart löpare · g8 svart springare · h8 svart torn · a7 svart bonde · b7 svart bonde · c7 svart bonde · d7 svart bonde · f7 svart bonde · g7 svart bonde · h7 svart bonde · c6 svart springare · e5 svart bonde · c4 vit löpare · e4 vit bonde · f3 vit springare · a2 vit bonde · b2 vit bonde · c2 vit bonde · d2 vit bonde · f2 vit bonde · g2 vit bonde · h2 vit bonde · a1 vit torn · b1 vit springare · c1 vit löpare · d1 vit drottning · e1 vit kung · h1 vit torn | a8 svart torn · c8 svart löpare · d8 svart drottning · e8 svart kung · f8 svart löpare · g8 svart springare · h8 svart torn · a7 svart bonde · b7 svart bonde · c7 svart bonde · d7 svart bonde · f7 svart bonde · g7 svart bonde · h7 svart bonde · c6 svart springare · e5 svart bonde · c4 vit löpare · e4 vit bonde · f3 vit springare · a2 vit bonde · b2 vit bonde · c2 vit bonde · d2 vit bonde · f2 vit bonde · g2 vit bonde · h2 vit bonde · a1 vit torn · b1 vit springare · c1 vit löpare · d1 vit drottning · e1 vit kung · h1 vit torn | a8 svart torn · c8 svart löpare · d8 svart drottning · e8 svart kung · f8 svart löpare · g8 svart springare · h8 svart torn · a7 svart bonde · b7 svart bonde · c7 svart bonde · d7 svart bonde · f7 svart bonde · g7 svart bonde · h7 svart bonde · c6 svart springare · e5 svart bonde · c4 vit löpare · e4 vit bonde · f3 vit springare · a2 vit bonde · b2 vit bonde · c2 vit bonde · d2 vit bonde · f2 vit bonde · g2 vit bonde · h2 vit bonde · a1 vit torn · b1 vit springare · c1 vit löpare · d1 vit drottning · e1 vit kung · h1 vit torn | a8 svart torn · c8 svart löpare · d8 svart drottning · e8 svart kung · f8 svart löpare · g8 svart springare · h8 svart torn · a7 svart bonde · b7 svart bonde · c7 svart bonde · d7 svart bonde · f7 svart bonde · g7 svart bonde · h7 svart bonde · c6 svart springare · e5 svart bonde · c4 vit löpare · e4 vit bonde · f3 vit springare · a2 vit bonde · b2 vit bonde · c2 vit bonde · d2 vit bonde · f2 vit bonde · g2 vit bonde · h2 vit bonde · a1 vit torn · b1 vit springare · c1 vit löpare · d1 vit drottning · e1 vit kung · h1 vit torn | a8 svart torn · c8 svart löpare · d8 svart drottning · e8 svart kung · f8 svart löpare · g8 svart springare · h8 svart torn · a7 svart bonde · b7 svart bonde · c7 svart bonde · d7 svart bonde · f7 svart bonde · g7 svart bonde · h7 svart bonde · c6 svart springare · e5 svart bonde · c4 vit löpare · e4 vit bonde · f3 vit springare · a2 vit bonde · b2 vit bonde · c2 vit bonde · d2 vit bonde · f2 vit bonde · g2 vit bonde · h2 vit bonde · a1 vit torn · b1 vit springare · c1 vit löpare · d1 vit drottning · e1 vit kung · h1 vit torn | a8 svart torn · c8 svart löpare · d8 svart drottning · e8 svart kung · f8 svart löpare · g8 svart springare · h8 svart torn · a7 svart bonde · b7 svart bonde · c7 svart bonde · d7 svart bonde · f7 svart bonde · g7 svart bonde · h7 svart bonde · c6 svart springare · e5 svart bonde · c4 vit löpare · e4 vit bonde · f3 vit springare · a2 vit bonde · b2 vit bonde · c2 vit bonde · d2 vit bonde · f2 vit bonde · g2 vit bonde · h2 vit bonde · a1 vit torn · b1 vit springare · c1 vit löpare · d1 vit drottning · e1 vit kung · h1 vit torn | 4 |
| 3 | a8 svart torn · c8 svart löpare · d8 svart drottning · e8 svart kung · f8 svart löpare · g8 svart springare · h8 svart torn · a7 svart bonde · b7 svart bonde · c7 svart bonde · d7 svart bonde · f7 svart bonde · g7 svart bonde · h7 svart bonde · c6 svart springare · e5 svart bonde · c4 vit löpare · e4 vit bonde · f3 vit springare · a2 vit bonde · b2 vit bonde · c2 vit bonde · d2 vit bonde · f2 vit bonde · g2 vit bonde · h2 vit bonde · a1 vit torn · b1 vit springare · c1 vit löpare · d1 vit drottning · e1 vit kung · h1 vit torn | a8 svart torn · c8 svart löpare · d8 svart drottning · e8 svart kung · f8 svart löpare · g8 svart springare · h8 svart torn · a7 svart bonde · b7 svart bonde · c7 svart bonde · d7 svart bonde · f7 svart bonde · g7 svart bonde · h7 svart bonde · c6 svart springare · e5 svart bonde · c4 vit löpare · e4 vit bonde · f3 vit springare · a2 vit bonde · b2 vit bonde · c2 vit bonde · d2 vit bonde · f2 vit bonde · g2 vit bonde · h2 vit bonde · a1 vit torn · b1 vit springare · c1 vit löpare · d1 vit drottning · e1 vit kung · h1 vit torn | a8 svart torn · c8 svart löpare · d8 svart drottning · e8 svart kung · f8 svart löpare · g8 svart springare · h8 svart torn · a7 svart bonde · b7 svart bonde · c7 svart bonde · d7 svart bonde · f7 svart bonde · g7 svart bonde · h7 svart bonde · c6 svart springare · e5 svart bonde · c4 vit löpare · e4 vit bonde · f3 vit springare · a2 vit bonde · b2 vit bonde · c2 vit bonde · d2 vit bonde · f2 vit bonde · g2 vit bonde · h2 vit bonde · a1 vit torn · b1 vit springare · c1 vit löpare · d1 vit drottning · e1 vit kung · h1 vit torn | a8 svart torn · c8 svart löpare · d8 svart drottning · e8 svart kung · f8 svart löpare · g8 svart springare · h8 svart torn · a7 svart bonde · b7 svart bonde · c7 svart bonde · d7 svart bonde · f7 svart bonde · g7 svart bonde · h7 svart bonde · c6 svart springare · e5 svart bonde · c4 vit löpare · e4 vit bonde · f3 vit springare · a2 vit bonde · b2 vit bonde · c2 vit bonde · d2 vit bonde · f2 vit bonde · g2 vit bonde · h2 vit bonde · a1 vit torn · b1 vit springare · c1 vit löpare · d1 vit drottning · e1 vit kung · h1 vit torn | a8 svart torn · c8 svart löpare · d8 svart drottning · e8 svart kung · f8 svart löpare · g8 svart springare · h8 svart torn · a7 svart bonde · b7 svart bonde · c7 svart bonde · d7 svart bonde · f7 svart bonde · g7 svart bonde · h7 svart bonde · c6 svart springare · e5 svart bonde · c4 vit löpare · e4 vit bonde · f3 vit springare · a2 vit bonde · b2 vit bonde · c2 vit bonde · d2 vit bonde · f2 vit bonde · g2 vit bonde · h2 vit bonde · a1 vit torn · b1 vit springare · c1 vit löpare · d1 vit drottning · e1 vit kung · h1 vit torn | a8 svart torn · c8 svart löpare · d8 svart drottning · e8 svart kung · f8 svart löpare · g8 svart springare · h8 svart torn · a7 svart bonde · b7 svart bonde · c7 svart bonde · d7 svart bonde · f7 svart bonde · g7 svart bonde · h7 svart bonde · c6 svart springare · e5 svart bonde · c4 vit löpare · e4 vit bonde · f3 vit springare · a2 vit bonde · b2 vit bonde · c2 vit bonde · d2 vit bonde · f2 vit bonde · g2 vit bonde · h2 vit bonde · a1 vit torn · b1 vit springare · c1 vit löpare · d1 vit drottning · e1 vit kung · h1 vit torn | a8 svart torn · c8 svart löpare · d8 svart drottning · e8 svart kung · f8 svart löpare · g8 svart springare · h8 svart torn · a7 svart bonde · b7 svart bonde · c7 svart bonde · d7 svart bonde · f7 svart bonde · g7 svart bonde · h7 svart bonde · c6 svart springare · e5 svart bonde · c4 vit löpare · e4 vit bonde · f3 vit springare · a2 vit bonde · b2 vit bonde · c2 vit bonde · d2 vit bonde · f2 vit bonde · g2 vit bonde · h2 vit bonde · a1 vit torn · b1 vit springare · c1 vit löpare · d1 vit drottning · e1 vit kung · h1 vit torn | a8 svart torn · c8 svart löpare · d8 svart drottning · e8 svart kung · f8 svart löpare · g8 svart springare · h8 svart torn · a7 svart bonde · b7 svart bonde · c7 svart bonde · d7 svart bonde · f7 svart bonde · g7 svart bonde · h7 svart bonde · c6 svart springare · e5 svart bonde · c4 vit löpare · e4 vit bonde · f3 vit springare · a2 vit bonde · b2 vit bonde · c2 vit bonde · d2 vit bonde · f2 vit bonde · g2 vit bonde · h2 vit bonde · a1 vit torn · b1 vit springare · c1 vit löpare · d1 vit drottning · e1 vit kung · h1 vit torn | 3 |
| 2 | a8 svart torn · c8 svart löpare · d8 svart drottning · e8 svart kung · f8 svart löpare · g8 svart springare · h8 svart torn · a7 svart bonde · b7 svart bonde · c7 svart bonde · d7 svart bonde · f7 svart bonde · g7 svart bonde · h7 svart bonde · c6 svart springare · e5 svart bonde · c4 vit löpare · e4 vit bonde · f3 vit springare · a2 vit bonde · b2 vit bonde · c2 vit bonde · d2 vit bonde · f2 vit bonde · g2 vit bonde · h2 vit bonde · a1 vit torn · b1 vit springare · c1 vit löpare · d1 vit drottning · e1 vit kung · h1 vit torn | a8 svart torn · c8 svart löpare · d8 svart drottning · e8 svart kung · f8 svart löpare · g8 svart springare · h8 svart torn · a7 svart bonde · b7 svart bonde · c7 svart bonde · d7 svart bonde · f7 svart bonde · g7 svart bonde · h7 svart bonde · c6 svart springare · e5 svart bonde · c4 vit löpare · e4 vit bonde · f3 vit springare · a2 vit bonde · b2 vit bonde · c2 vit bonde · d2 vit bonde · f2 vit bonde · g2 vit bonde · h2 vit bonde · a1 vit torn · b1 vit springare · c1 vit löpare · d1 vit drottning · e1 vit kung · h1 vit torn | a8 svart torn · c8 svart löpare · d8 svart drottning · e8 svart kung · f8 svart löpare · g8 svart springare · h8 svart torn · a7 svart bonde · b7 svart bonde · c7 svart bonde · d7 svart bonde · f7 svart bonde · g7 svart bonde · h7 svart bonde · c6 svart springare · e5 svart bonde · c4 vit löpare · e4 vit bonde · f3 vit springare · a2 vit bonde · b2 vit bonde · c2 vit bonde · d2 vit bonde · f2 vit bonde · g2 vit bonde · h2 vit bonde · a1 vit torn · b1 vit springare · c1 vit löpare · d1 vit drottning · e1 vit kung · h1 vit torn | a8 svart torn · c8 svart löpare · d8 svart drottning · e8 svart kung · f8 svart löpare · g8 svart springare · h8 svart torn · a7 svart bonde · b7 svart bonde · c7 svart bonde · d7 svart bonde · f7 svart bonde · g7 svart bonde · h7 svart bonde · c6 svart springare · e5 svart bonde · c4 vit löpare · e4 vit bonde · f3 vit springare · a2 vit bonde · b2 vit bonde · c2 vit bonde · d2 vit bonde · f2 vit bonde · g2 vit bonde · h2 vit bonde · a1 vit torn · b1 vit springare · c1 vit löpare · d1 vit drottning · e1 vit kung · h1 vit torn | a8 svart torn · c8 svart löpare · d8 svart drottning · e8 svart kung · f8 svart löpare · g8 svart springare · h8 svart torn · a7 svart bonde · b7 svart bonde · c7 svart bonde · d7 svart bonde · f7 svart bonde · g7 svart bonde · h7 svart bonde · c6 svart springare · e5 svart bonde · c4 vit löpare · e4 vit bonde · f3 vit springare · a2 vit bonde · b2 vit bonde · c2 vit bonde · d2 vit bonde · f2 vit bonde · g2 vit bonde · h2 vit bonde · a1 vit torn · b1 vit springare · c1 vit löpare · d1 vit drottning · e1 vit kung · h1 vit torn | a8 svart torn · c8 svart löpare · d8 svart drottning · e8 svart kung · f8 svart löpare · g8 svart springare · h8 svart torn · a7 svart bonde · b7 svart bonde · c7 svart bonde · d7 svart bonde · f7 svart bonde · g7 svart bonde · h7 svart bonde · c6 svart springare · e5 svart bonde · c4 vit löpare · e4 vit bonde · f3 vit springare · a2 vit bonde · b2 vit bonde · c2 vit bonde · d2 vit bonde · f2 vit bonde · g2 vit bonde · h2 vit bonde · a1 vit torn · b1 vit springare · c1 vit löpare · d1 vit drottning · e1 vit kung · h1 vit torn | a8 svart torn · c8 svart löpare · d8 svart drottning · e8 svart kung · f8 svart löpare · g8 svart springare · h8 svart torn · a7 svart bonde · b7 svart bonde · c7 svart bonde · d7 svart bonde · f7 svart bonde · g7 svart bonde · h7 svart bonde · c6 svart springare · e5 svart bonde · c4 vit löpare · e4 vit bonde · f3 vit springare · a2 vit bonde · b2 vit bonde · c2 vit bonde · d2 vit bonde · f2 vit bonde · g2 vit bonde · h2 vit bonde · a1 vit torn · b1 vit springare · c1 vit löpare · d1 vit drottning · e1 vit kung · h1 vit torn | a8 svart torn · c8 svart löpare · d8 svart drottning · e8 svart kung · f8 svart löpare · g8 svart springare · h8 svart torn · a7 svart bonde · b7 svart bonde · c7 svart bonde · d7 svart bonde · f7 svart bonde · g7 svart bonde · h7 svart bonde · c6 svart springare · e5 svart bonde · c4 vit löpare · e4 vit bonde · f3 vit springare · a2 vit bonde · b2 vit bonde · c2 vit bonde · d2 vit bonde · f2 vit bonde · g2 vit bonde · h2 vit bonde · a1 vit torn · b1 vit springare · c1 vit löpare · d1 vit drottning · e1 vit kung · h1 vit torn | 2 |
| 1 | a8 svart torn · c8 svart löpare · d8 svart drottning · e8 svart kung · f8 svart löpare · g8 svart springare · h8 svart torn · a7 svart bonde · b7 svart bonde · c7 svart bonde · d7 svart bonde · f7 svart bonde · g7 svart bonde · h7 svart bonde · c6 svart springare · e5 svart bonde · c4 vit löpare · e4 vit bonde · f3 vit springare · a2 vit bonde · b2 vit bonde · c2 vit bonde · d2 vit bonde · f2 vit bonde · g2 vit bonde · h2 vit bonde · a1 vit torn · b1 vit springare · c1 vit löpare · d1 vit drottning · e1 vit kung · h1 vit torn | a8 svart torn · c8 svart löpare · d8 svart drottning · e8 svart kung · f8 svart löpare · g8 svart springare · h8 svart torn · a7 svart bonde · b7 svart bonde · c7 svart bonde · d7 svart bonde · f7 svart bonde · g7 svart bonde · h7 svart bonde · c6 svart springare · e5 svart bonde · c4 vit löpare · e4 vit bonde · f3 vit springare · a2 vit bonde · b2 vit bonde · c2 vit bonde · d2 vit bonde · f2 vit bonde · g2 vit bonde · h2 vit bonde · a1 vit torn · b1 vit springare · c1 vit löpare · d1 vit drottning · e1 vit kung · h1 vit torn | a8 svart torn · c8 svart löpare · d8 svart drottning · e8 svart kung · f8 svart löpare · g8 svart springare · h8 svart torn · a7 svart bonde · b7 svart bonde · c7 svart bonde · d7 svart bonde · f7 svart bonde · g7 svart bonde · h7 svart bonde · c6 svart springare · e5 svart bonde · c4 vit löpare · e4 vit bonde · f3 vit springare · a2 vit bonde · b2 vit bonde · c2 vit bonde · d2 vit bonde · f2 vit bonde · g2 vit bonde · h2 vit bonde · a1 vit torn · b1 vit springare · c1 vit löpare · d1 vit drottning · e1 vit kung · h1 vit torn | a8 svart torn · c8 svart löpare · d8 svart drottning · e8 svart kung · f8 svart löpare · g8 svart springare · h8 svart torn · a7 svart bonde · b7 svart bonde · c7 svart bonde · d7 svart bonde · f7 svart bonde · g7 svart bonde · h7 svart bonde · c6 svart springare · e5 svart bonde · c4 vit löpare · e4 vit bonde · f3 vit springare · a2 vit bonde · b2 vit bonde · c2 vit bonde · d2 vit bonde · f2 vit bonde · g2 vit bonde · h2 vit bonde · a1 vit torn · b1 vit springare · c1 vit löpare · d1 vit drottning · e1 vit kung · h1 vit torn | a8 svart torn · c8 svart löpare · d8 svart drottning · e8 svart kung · f8 svart löpare · g8 svart springare · h8 svart torn · a7 svart bonde · b7 svart bonde · c7 svart bonde · d7 svart bonde · f7 svart bonde · g7 svart bonde · h7 svart bonde · c6 svart springare · e5 svart bonde · c4 vit löpare · e4 vit bonde · f3 vit springare · a2 vit bonde · b2 vit bonde · c2 vit bonde · d2 vit bonde · f2 vit bonde · g2 vit bonde · h2 vit bonde · a1 vit torn · b1 vit springare · c1 vit löpare · d1 vit drottning · e1 vit kung · h1 vit torn | a8 svart torn · c8 svart löpare · d8 svart drottning · e8 svart kung · f8 svart löpare · g8 svart springare · h8 svart torn · a7 svart bonde · b7 svart bonde · c7 svart bonde · d7 svart bonde · f7 svart bonde · g7 svart bonde · h7 svart bonde · c6 svart springare · e5 svart bonde · c4 vit löpare · e4 vit bonde · f3 vit springare · a2 vit bonde · b2 vit bonde · c2 vit bonde · d2 vit bonde · f2 vit bonde · g2 vit bonde · h2 vit bonde · a1 vit torn · b1 vit springare · c1 vit löpare · d1 vit drottning · e1 vit kung · h1 vit torn | a8 svart torn · c8 svart löpare · d8 svart drottning · e8 svart kung · f8 svart löpare · g8 svart springare · h8 svart torn · a7 svart bonde · b7 svart bonde · c7 svart bonde · d7 svart bonde · f7 svart bonde · g7 svart bonde · h7 svart bonde · c6 svart springare · e5 svart bonde · c4 vit löpare · e4 vit bonde · f3 vit springare · a2 vit bonde · b2 vit bonde · c2 vit bonde · d2 vit bonde · f2 vit bonde · g2 vit bonde · h2 vit bonde · a1 vit torn · b1 vit springare · c1 vit löpare · d1 vit drottning · e1 vit kung · h1 vit torn | a8 svart torn · c8 svart löpare · d8 svart drottning · e8 svart kung · f8 svart löpare · g8 svart springare · h8 svart torn · a7 svart bonde · b7 svart bonde · c7 svart bonde · d7 svart bonde · f7 svart bonde · g7 svart bonde · h7 svart bonde · c6 svart springare · e5 svart bonde · c4 vit löpare · e4 vit bonde · f3 vit springare · a2 vit bonde · b2 vit bonde · c2 vit bonde · d2 vit bonde · f2 vit bonde · g2 vit bonde · h2 vit bonde · a1 vit torn · b1 vit springare · c1 vit löpare · d1 vit drottning · e1 vit kung · h1 vit torn | 1 |
|   | a | b | c | d | e | f | g | h |   |

C50 Italienskt parti
1.e4 e5 2.Sf3 Sc6 3.Lc4 Lc5
C51 Evansgambit
1.e4 e5 2.Sf3 Sc6 3.Lc4 Lc5 4.b4
C52 Evansgambit
1.e4 e5 2.Sf3 Sc6 3.Lc4 Lc5 4.b4 Lxb4 5.c3 La5
C53 Italienskt
1.e4 e5 2.Sf3 Sc6 3.Lc4 Lc5 4.c3
C54 Italienskt
1.e4 e5 2.Sf3 Sc6 3.Lc4 Lc5 4.c3 Sf6 5.d4 exd4 6.cxd4
C55 Preussiskt parti
1.e4 e5 2.Sf3 Sc6 3.Lc4 Sf6
C56 Preussiskt parti
1.e4 e5 2.Sf3 Sc6 3.Lc4 Sf6 4.d4 exd4 5.0-0 Sxe4
C57 Preussiskt parti
1.e4 e5 2.Sf3 Sc6 3.Lc4 Sf6 4.Sg5
C58 Preussiskt parti
1.e4 e5 2.Sf3 Sc6 3.Lc4 Sf6 4.Sg5 d5 5.exd5 Sa5
C59 Preussiskt parti
1.e4 e5 2.Sf3 Sc6 3.Lc4 Sf6 4.Sg5 d5 5.exd5 Sa5 6.Lb5+ c6 7.dxc6 bxc6 8.Le2 h6

### C60-C99: Spanskt parti
|   | a | b | c | d | e | f | g | h |   |
| 8 | a8 svart torn · c8 svart löpare · d8 svart drottning · e8 svart kung · f8 svart löpare · g8 svart springare · h8 svart torn · a7 svart bonde · b7 svart bonde · c7 svart bonde · d7 svart bonde · f7 svart bonde · g7 svart bonde · h7 svart bonde · c6 svart springare · b5 vit löpare · e5 svart bonde · e4 vit bonde · f3 vit springare · a2 vit bonde · b2 vit bonde · c2 vit bonde · d2 vit bonde · f2 vit bonde · g2 vit bonde · h2 vit bonde · a1 vit torn · b1 vit springare · c1 vit löpare · d1 vit drottning · e1 vit kung · h1 vit torn | a8 svart torn · c8 svart löpare · d8 svart drottning · e8 svart kung · f8 svart löpare · g8 svart springare · h8 svart torn · a7 svart bonde · b7 svart bonde · c7 svart bonde · d7 svart bonde · f7 svart bonde · g7 svart bonde · h7 svart bonde · c6 svart springare · b5 vit löpare · e5 svart bonde · e4 vit bonde · f3 vit springare · a2 vit bonde · b2 vit bonde · c2 vit bonde · d2 vit bonde · f2 vit bonde · g2 vit bonde · h2 vit bonde · a1 vit torn · b1 vit springare · c1 vit löpare · d1 vit drottning · e1 vit kung · h1 vit torn | a8 svart torn · c8 svart löpare · d8 svart drottning · e8 svart kung · f8 svart löpare · g8 svart springare · h8 svart torn · a7 svart bonde · b7 svart bonde · c7 svart bonde · d7 svart bonde · f7 svart bonde · g7 svart bonde · h7 svart bonde · c6 svart springare · b5 vit löpare · e5 svart bonde · e4 vit bonde · f3 vit springare · a2 vit bonde · b2 vit bonde · c2 vit bonde · d2 vit bonde · f2 vit bonde · g2 vit bonde · h2 vit bonde · a1 vit torn · b1 vit springare · c1 vit löpare · d1 vit drottning · e1 vit kung · h1 vit torn | a8 svart torn · c8 svart löpare · d8 svart drottning · e8 svart kung · f8 svart löpare · g8 svart springare · h8 svart torn · a7 svart bonde · b7 svart bonde · c7 svart bonde · d7 svart bonde · f7 svart bonde · g7 svart bonde · h7 svart bonde · c6 svart springare · b5 vit löpare · e5 svart bonde · e4 vit bonde · f3 vit springare · a2 vit bonde · b2 vit bonde · c2 vit bonde · d2 vit bonde · f2 vit bonde · g2 vit bonde · h2 vit bonde · a1 vit torn · b1 vit springare · c1 vit löpare · d1 vit drottning · e1 vit kung · h1 vit torn | a8 svart torn · c8 svart löpare · d8 svart drottning · e8 svart kung · f8 svart löpare · g8 svart springare · h8 svart torn · a7 svart bonde · b7 svart bonde · c7 svart bonde · d7 svart bonde · f7 svart bonde · g7 svart bonde · h7 svart bonde · c6 svart springare · b5 vit löpare · e5 svart bonde · e4 vit bonde · f3 vit springare · a2 vit bonde · b2 vit bonde · c2 vit bonde · d2 vit bonde · f2 vit bonde · g2 vit bonde · h2 vit bonde · a1 vit torn · b1 vit springare · c1 vit löpare · d1 vit drottning · e1 vit kung · h1 vit torn | a8 svart torn · c8 svart löpare · d8 svart drottning · e8 svart kung · f8 svart löpare · g8 svart springare · h8 svart torn · a7 svart bonde · b7 svart bonde · c7 svart bonde · d7 svart bonde · f7 svart bonde · g7 svart bonde · h7 svart bonde · c6 svart springare · b5 vit löpare · e5 svart bonde · e4 vit bonde · f3 vit springare · a2 vit bonde · b2 vit bonde · c2 vit bonde · d2 vit bonde · f2 vit bonde · g2 vit bonde · h2 vit bonde · a1 vit torn · b1 vit springare · c1 vit löpare · d1 vit drottning · e1 vit kung · h1 vit torn | a8 svart torn · c8 svart löpare · d8 svart drottning · e8 svart kung · f8 svart löpare · g8 svart springare · h8 svart torn · a7 svart bonde · b7 svart bonde · c7 svart bonde · d7 svart bonde · f7 svart bonde · g7 svart bonde · h7 svart bonde · c6 svart springare · b5 vit löpare · e5 svart bonde · e4 vit bonde · f3 vit springare · a2 vit bonde · b2 vit bonde · c2 vit bonde · d2 vit bonde · f2 vit bonde · g2 vit bonde · h2 vit bonde · a1 vit torn · b1 vit springare · c1 vit löpare · d1 vit drottning · e1 vit kung · h1 vit torn | a8 svart torn · c8 svart löpare · d8 svart drottning · e8 svart kung · f8 svart löpare · g8 svart springare · h8 svart torn · a7 svart bonde · b7 svart bonde · c7 svart bonde · d7 svart bonde · f7 svart bonde · g7 svart bonde · h7 svart bonde · c6 svart springare · b5 vit löpare · e5 svart bonde · e4 vit bonde · f3 vit springare · a2 vit bonde · b2 vit bonde · c2 vit bonde · d2 vit bonde · f2 vit bonde · g2 vit bonde · h2 vit bonde · a1 vit torn · b1 vit springare · c1 vit löpare · d1 vit drottning · e1 vit kung · h1 vit torn | 8 |
| 7 | a8 svart torn · c8 svart löpare · d8 svart drottning · e8 svart kung · f8 svart löpare · g8 svart springare · h8 svart torn · a7 svart bonde · b7 svart bonde · c7 svart bonde · d7 svart bonde · f7 svart bonde · g7 svart bonde · h7 svart bonde · c6 svart springare · b5 vit löpare · e5 svart bonde · e4 vit bonde · f3 vit springare · a2 vit bonde · b2 vit bonde · c2 vit bonde · d2 vit bonde · f2 vit bonde · g2 vit bonde · h2 vit bonde · a1 vit torn · b1 vit springare · c1 vit löpare · d1 vit drottning · e1 vit kung · h1 vit torn | a8 svart torn · c8 svart löpare · d8 svart drottning · e8 svart kung · f8 svart löpare · g8 svart springare · h8 svart torn · a7 svart bonde · b7 svart bonde · c7 svart bonde · d7 svart bonde · f7 svart bonde · g7 svart bonde · h7 svart bonde · c6 svart springare · b5 vit löpare · e5 svart bonde · e4 vit bonde · f3 vit springare · a2 vit bonde · b2 vit bonde · c2 vit bonde · d2 vit bonde · f2 vit bonde · g2 vit bonde · h2 vit bonde · a1 vit torn · b1 vit springare · c1 vit löpare · d1 vit drottning · e1 vit kung · h1 vit torn | a8 svart torn · c8 svart löpare · d8 svart drottning · e8 svart kung · f8 svart löpare · g8 svart springare · h8 svart torn · a7 svart bonde · b7 svart bonde · c7 svart bonde · d7 svart bonde · f7 svart bonde · g7 svart bonde · h7 svart bonde · c6 svart springare · b5 vit löpare · e5 svart bonde · e4 vit bonde · f3 vit springare · a2 vit bonde · b2 vit bonde · c2 vit bonde · d2 vit bonde · f2 vit bonde · g2 vit bonde · h2 vit bonde · a1 vit torn · b1 vit springare · c1 vit löpare · d1 vit drottning · e1 vit kung · h1 vit torn | a8 svart torn · c8 svart löpare · d8 svart drottning · e8 svart kung · f8 svart löpare · g8 svart springare · h8 svart torn · a7 svart bonde · b7 svart bonde · c7 svart bonde · d7 svart bonde · f7 svart bonde · g7 svart bonde · h7 svart bonde · c6 svart springare · b5 vit löpare · e5 svart bonde · e4 vit bonde · f3 vit springare · a2 vit bonde · b2 vit bonde · c2 vit bonde · d2 vit bonde · f2 vit bonde · g2 vit bonde · h2 vit bonde · a1 vit torn · b1 vit springare · c1 vit löpare · d1 vit drottning · e1 vit kung · h1 vit torn | a8 svart torn · c8 svart löpare · d8 svart drottning · e8 svart kung · f8 svart löpare · g8 svart springare · h8 svart torn · a7 svart bonde · b7 svart bonde · c7 svart bonde · d7 svart bonde · f7 svart bonde · g7 svart bonde · h7 svart bonde · c6 svart springare · b5 vit löpare · e5 svart bonde · e4 vit bonde · f3 vit springare · a2 vit bonde · b2 vit bonde · c2 vit bonde · d2 vit bonde · f2 vit bonde · g2 vit bonde · h2 vit bonde · a1 vit torn · b1 vit springare · c1 vit löpare · d1 vit drottning · e1 vit kung · h1 vit torn | a8 svart torn · c8 svart löpare · d8 svart drottning · e8 svart kung · f8 svart löpare · g8 svart springare · h8 svart torn · a7 svart bonde · b7 svart bonde · c7 svart bonde · d7 svart bonde · f7 svart bonde · g7 svart bonde · h7 svart bonde · c6 svart springare · b5 vit löpare · e5 svart bonde · e4 vit bonde · f3 vit springare · a2 vit bonde · b2 vit bonde · c2 vit bonde · d2 vit bonde · f2 vit bonde · g2 vit bonde · h2 vit bonde · a1 vit torn · b1 vit springare · c1 vit löpare · d1 vit drottning · e1 vit kung · h1 vit torn | a8 svart torn · c8 svart löpare · d8 svart drottning · e8 svart kung · f8 svart löpare · g8 svart springare · h8 svart torn · a7 svart bonde · b7 svart bonde · c7 svart bonde · d7 svart bonde · f7 svart bonde · g7 svart bonde · h7 svart bonde · c6 svart springare · b5 vit löpare · e5 svart bonde · e4 vit bonde · f3 vit springare · a2 vit bonde · b2 vit bonde · c2 vit bonde · d2 vit bonde · f2 vit bonde · g2 vit bonde · h2 vit bonde · a1 vit torn · b1 vit springare · c1 vit löpare · d1 vit drottning · e1 vit kung · h1 vit torn | a8 svart torn · c8 svart löpare · d8 svart drottning · e8 svart kung · f8 svart löpare · g8 svart springare · h8 svart torn · a7 svart bonde · b7 svart bonde · c7 svart bonde · d7 svart bonde · f7 svart bonde · g7 svart bonde · h7 svart bonde · c6 svart springare · b5 vit löpare · e5 svart bonde · e4 vit bonde · f3 vit springare · a2 vit bonde · b2 vit bonde · c2 vit bonde · d2 vit bonde · f2 vit bonde · g2 vit bonde · h2 vit bonde · a1 vit torn · b1 vit springare · c1 vit löpare · d1 vit drottning · e1 vit kung · h1 vit torn | 7 |
| 6 | a8 svart torn · c8 svart löpare · d8 svart drottning · e8 svart kung · f8 svart löpare · g8 svart springare · h8 svart torn · a7 svart bonde · b7 svart bonde · c7 svart bonde · d7 svart bonde · f7 svart bonde · g7 svart bonde · h7 svart bonde · c6 svart springare · b5 vit löpare · e5 svart bonde · e4 vit bonde · f3 vit springare · a2 vit bonde · b2 vit bonde · c2 vit bonde · d2 vit bonde · f2 vit bonde · g2 vit bonde · h2 vit bonde · a1 vit torn · b1 vit springare · c1 vit löpare · d1 vit drottning · e1 vit kung · h1 vit torn | a8 svart torn · c8 svart löpare · d8 svart drottning · e8 svart kung · f8 svart löpare · g8 svart springare · h8 svart torn · a7 svart bonde · b7 svart bonde · c7 svart bonde · d7 svart bonde · f7 svart bonde · g7 svart bonde · h7 svart bonde · c6 svart springare · b5 vit löpare · e5 svart bonde · e4 vit bonde · f3 vit springare · a2 vit bonde · b2 vit bonde · c2 vit bonde · d2 vit bonde · f2 vit bonde · g2 vit bonde · h2 vit bonde · a1 vit torn · b1 vit springare · c1 vit löpare · d1 vit drottning · e1 vit kung · h1 vit torn | a8 svart torn · c8 svart löpare · d8 svart drottning · e8 svart kung · f8 svart löpare · g8 svart springare · h8 svart torn · a7 svart bonde · b7 svart bonde · c7 svart bonde · d7 svart bonde · f7 svart bonde · g7 svart bonde · h7 svart bonde · c6 svart springare · b5 vit löpare · e5 svart bonde · e4 vit bonde · f3 vit springare · a2 vit bonde · b2 vit bonde · c2 vit bonde · d2 vit bonde · f2 vit bonde · g2 vit bonde · h2 vit bonde · a1 vit torn · b1 vit springare · c1 vit löpare · d1 vit drottning · e1 vit kung · h1 vit torn | a8 svart torn · c8 svart löpare · d8 svart drottning · e8 svart kung · f8 svart löpare · g8 svart springare · h8 svart torn · a7 svart bonde · b7 svart bonde · c7 svart bonde · d7 svart bonde · f7 svart bonde · g7 svart bonde · h7 svart bonde · c6 svart springare · b5 vit löpare · e5 svart bonde · e4 vit bonde · f3 vit springare · a2 vit bonde · b2 vit bonde · c2 vit bonde · d2 vit bonde · f2 vit bonde · g2 vit bonde · h2 vit bonde · a1 vit torn · b1 vit springare · c1 vit löpare · d1 vit drottning · e1 vit kung · h1 vit torn | a8 svart torn · c8 svart löpare · d8 svart drottning · e8 svart kung · f8 svart löpare · g8 svart springare · h8 svart torn · a7 svart bonde · b7 svart bonde · c7 svart bonde · d7 svart bonde · f7 svart bonde · g7 svart bonde · h7 svart bonde · c6 svart springare · b5 vit löpare · e5 svart bonde · e4 vit bonde · f3 vit springare · a2 vit bonde · b2 vit bonde · c2 vit bonde · d2 vit bonde · f2 vit bonde · g2 vit bonde · h2 vit bonde · a1 vit torn · b1 vit springare · c1 vit löpare · d1 vit drottning · e1 vit kung · h1 vit torn | a8 svart torn · c8 svart löpare · d8 svart drottning · e8 svart kung · f8 svart löpare · g8 svart springare · h8 svart torn · a7 svart bonde · b7 svart bonde · c7 svart bonde · d7 svart bonde · f7 svart bonde · g7 svart bonde · h7 svart bonde · c6 svart springare · b5 vit löpare · e5 svart bonde · e4 vit bonde · f3 vit springare · a2 vit bonde · b2 vit bonde · c2 vit bonde · d2 vit bonde · f2 vit bonde · g2 vit bonde · h2 vit bonde · a1 vit torn · b1 vit springare · c1 vit löpare · d1 vit drottning · e1 vit kung · h1 vit torn | a8 svart torn · c8 svart löpare · d8 svart drottning · e8 svart kung · f8 svart löpare · g8 svart springare · h8 svart torn · a7 svart bonde · b7 svart bonde · c7 svart bonde · d7 svart bonde · f7 svart bonde · g7 svart bonde · h7 svart bonde · c6 svart springare · b5 vit löpare · e5 svart bonde · e4 vit bonde · f3 vit springare · a2 vit bonde · b2 vit bonde · c2 vit bonde · d2 vit bonde · f2 vit bonde · g2 vit bonde · h2 vit bonde · a1 vit torn · b1 vit springare · c1 vit löpare · d1 vit drottning · e1 vit kung · h1 vit torn | a8 svart torn · c8 svart löpare · d8 svart drottning · e8 svart kung · f8 svart löpare · g8 svart springare · h8 svart torn · a7 svart bonde · b7 svart bonde · c7 svart bonde · d7 svart bonde · f7 svart bonde · g7 svart bonde · h7 svart bonde · c6 svart springare · b5 vit löpare · e5 svart bonde · e4 vit bonde · f3 vit springare · a2 vit bonde · b2 vit bonde · c2 vit bonde · d2 vit bonde · f2 vit bonde · g2 vit bonde · h2 vit bonde · a1 vit torn · b1 vit springare · c1 vit löpare · d1 vit drottning · e1 vit kung · h1 vit torn | 6 |
| 5 | a8 svart torn · c8 svart löpare · d8 svart drottning · e8 svart kung · f8 svart löpare · g8 svart springare · h8 svart torn · a7 svart bonde · b7 svart bonde · c7 svart bonde · d7 svart bonde · f7 svart bonde · g7 svart bonde · h7 svart bonde · c6 svart springare · b5 vit löpare · e5 svart bonde · e4 vit bonde · f3 vit springare · a2 vit bonde · b2 vit bonde · c2 vit bonde · d2 vit bonde · f2 vit bonde · g2 vit bonde · h2 vit bonde · a1 vit torn · b1 vit springare · c1 vit löpare · d1 vit drottning · e1 vit kung · h1 vit torn | a8 svart torn · c8 svart löpare · d8 svart drottning · e8 svart kung · f8 svart löpare · g8 svart springare · h8 svart torn · a7 svart bonde · b7 svart bonde · c7 svart bonde · d7 svart bonde · f7 svart bonde · g7 svart bonde · h7 svart bonde · c6 svart springare · b5 vit löpare · e5 svart bonde · e4 vit bonde · f3 vit springare · a2 vit bonde · b2 vit bonde · c2 vit bonde · d2 vit bonde · f2 vit bonde · g2 vit bonde · h2 vit bonde · a1 vit torn · b1 vit springare · c1 vit löpare · d1 vit drottning · e1 vit kung · h1 vit torn | a8 svart torn · c8 svart löpare · d8 svart drottning · e8 svart kung · f8 svart löpare · g8 svart springare · h8 svart torn · a7 svart bonde · b7 svart bonde · c7 svart bonde · d7 svart bonde · f7 svart bonde · g7 svart bonde · h7 svart bonde · c6 svart springare · b5 vit löpare · e5 svart bonde · e4 vit bonde · f3 vit springare · a2 vit bonde · b2 vit bonde · c2 vit bonde · d2 vit bonde · f2 vit bonde · g2 vit bonde · h2 vit bonde · a1 vit torn · b1 vit springare · c1 vit löpare · d1 vit drottning · e1 vit kung · h1 vit torn | a8 svart torn · c8 svart löpare · d8 svart drottning · e8 svart kung · f8 svart löpare · g8 svart springare · h8 svart torn · a7 svart bonde · b7 svart bonde · c7 svart bonde · d7 svart bonde · f7 svart bonde · g7 svart bonde · h7 svart bonde · c6 svart springare · b5 vit löpare · e5 svart bonde · e4 vit bonde · f3 vit springare · a2 vit bonde · b2 vit bonde · c2 vit bonde · d2 vit bonde · f2 vit bonde · g2 vit bonde · h2 vit bonde · a1 vit torn · b1 vit springare · c1 vit löpare · d1 vit drottning · e1 vit kung · h1 vit torn | a8 svart torn · c8 svart löpare · d8 svart drottning · e8 svart kung · f8 svart löpare · g8 svart springare · h8 svart torn · a7 svart bonde · b7 svart bonde · c7 svart bonde · d7 svart bonde · f7 svart bonde · g7 svart bonde · h7 svart bonde · c6 svart springare · b5 vit löpare · e5 svart bonde · e4 vit bonde · f3 vit springare · a2 vit bonde · b2 vit bonde · c2 vit bonde · d2 vit bonde · f2 vit bonde · g2 vit bonde · h2 vit bonde · a1 vit torn · b1 vit springare · c1 vit löpare · d1 vit drottning · e1 vit kung · h1 vit torn | a8 svart torn · c8 svart löpare · d8 svart drottning · e8 svart kung · f8 svart löpare · g8 svart springare · h8 svart torn · a7 svart bonde · b7 svart bonde · c7 svart bonde · d7 svart bonde · f7 svart bonde · g7 svart bonde · h7 svart bonde · c6 svart springare · b5 vit löpare · e5 svart bonde · e4 vit bonde · f3 vit springare · a2 vit bonde · b2 vit bonde · c2 vit bonde · d2 vit bonde · f2 vit bonde · g2 vit bonde · h2 vit bonde · a1 vit torn · b1 vit springare · c1 vit löpare · d1 vit drottning · e1 vit kung · h1 vit torn | a8 svart torn · c8 svart löpare · d8 svart drottning · e8 svart kung · f8 svart löpare · g8 svart springare · h8 svart torn · a7 svart bonde · b7 svart bonde · c7 svart bonde · d7 svart bonde · f7 svart bonde · g7 svart bonde · h7 svart bonde · c6 svart springare · b5 vit löpare · e5 svart bonde · e4 vit bonde · f3 vit springare · a2 vit bonde · b2 vit bonde · c2 vit bonde · d2 vit bonde · f2 vit bonde · g2 vit bonde · h2 vit bonde · a1 vit torn · b1 vit springare · c1 vit löpare · d1 vit drottning · e1 vit kung · h1 vit torn | a8 svart torn · c8 svart löpare · d8 svart drottning · e8 svart kung · f8 svart löpare · g8 svart springare · h8 svart torn · a7 svart bonde · b7 svart bonde · c7 svart bonde · d7 svart bonde · f7 svart bonde · g7 svart bonde · h7 svart bonde · c6 svart springare · b5 vit löpare · e5 svart bonde · e4 vit bonde · f3 vit springare · a2 vit bonde · b2 vit bonde · c2 vit bonde · d2 vit bonde · f2 vit bonde · g2 vit bonde · h2 vit bonde · a1 vit torn · b1 vit springare · c1 vit löpare · d1 vit drottning · e1 vit kung · h1 vit torn | 5 |
| 4 | a8 svart torn · c8 svart löpare · d8 svart drottning · e8 svart kung · f8 svart löpare · g8 svart springare · h8 svart torn · a7 svart bonde · b7 svart bonde · c7 svart bonde · d7 svart bonde · f7 svart bonde · g7 svart bonde · h7 svart bonde · c6 svart springare · b5 vit löpare · e5 svart bonde · e4 vit bonde · f3 vit springare · a2 vit bonde · b2 vit bonde · c2 vit bonde · d2 vit bonde · f2 vit bonde · g2 vit bonde · h2 vit bonde · a1 vit torn · b1 vit springare · c1 vit löpare · d1 vit drottning · e1 vit kung · h1 vit torn | a8 svart torn · c8 svart löpare · d8 svart drottning · e8 svart kung · f8 svart löpare · g8 svart springare · h8 svart torn · a7 svart bonde · b7 svart bonde · c7 svart bonde · d7 svart bonde · f7 svart bonde · g7 svart bonde · h7 svart bonde · c6 svart springare · b5 vit löpare · e5 svart bonde · e4 vit bonde · f3 vit springare · a2 vit bonde · b2 vit bonde · c2 vit bonde · d2 vit bonde · f2 vit bonde · g2 vit bonde · h2 vit bonde · a1 vit torn · b1 vit springare · c1 vit löpare · d1 vit drottning · e1 vit kung · h1 vit torn | a8 svart torn · c8 svart löpare · d8 svart drottning · e8 svart kung · f8 svart löpare · g8 svart springare · h8 svart torn · a7 svart bonde · b7 svart bonde · c7 svart bonde · d7 svart bonde · f7 svart bonde · g7 svart bonde · h7 svart bonde · c6 svart springare · b5 vit löpare · e5 svart bonde · e4 vit bonde · f3 vit springare · a2 vit bonde · b2 vit bonde · c2 vit bonde · d2 vit bonde · f2 vit bonde · g2 vit bonde · h2 vit bonde · a1 vit torn · b1 vit springare · c1 vit löpare · d1 vit drottning · e1 vit kung · h1 vit torn | a8 svart torn · c8 svart löpare · d8 svart drottning · e8 svart kung · f8 svart löpare · g8 svart springare · h8 svart torn · a7 svart bonde · b7 svart bonde · c7 svart bonde · d7 svart bonde · f7 svart bonde · g7 svart bonde · h7 svart bonde · c6 svart springare · b5 vit löpare · e5 svart bonde · e4 vit bonde · f3 vit springare · a2 vit bonde · b2 vit bonde · c2 vit bonde · d2 vit bonde · f2 vit bonde · g2 vit bonde · h2 vit bonde · a1 vit torn · b1 vit springare · c1 vit löpare · d1 vit drottning · e1 vit kung · h1 vit torn | a8 svart torn · c8 svart löpare · d8 svart drottning · e8 svart kung · f8 svart löpare · g8 svart springare · h8 svart torn · a7 svart bonde · b7 svart bonde · c7 svart bonde · d7 svart bonde · f7 svart bonde · g7 svart bonde · h7 svart bonde · c6 svart springare · b5 vit löpare · e5 svart bonde · e4 vit bonde · f3 vit springare · a2 vit bonde · b2 vit bonde · c2 vit bonde · d2 vit bonde · f2 vit bonde · g2 vit bonde · h2 vit bonde · a1 vit torn · b1 vit springare · c1 vit löpare · d1 vit drottning · e1 vit kung · h1 vit torn | a8 svart torn · c8 svart löpare · d8 svart drottning · e8 svart kung · f8 svart löpare · g8 svart springare · h8 svart torn · a7 svart bonde · b7 svart bonde · c7 svart bonde · d7 svart bonde · f7 svart bonde · g7 svart bonde · h7 svart bonde · c6 svart springare · b5 vit löpare · e5 svart bonde · e4 vit bonde · f3 vit springare · a2 vit bonde · b2 vit bonde · c2 vit bonde · d2 vit bonde · f2 vit bonde · g2 vit bonde · h2 vit bonde · a1 vit torn · b1 vit springare · c1 vit löpare · d1 vit drottning · e1 vit kung · h1 vit torn | a8 svart torn · c8 svart löpare · d8 svart drottning · e8 svart kung · f8 svart löpare · g8 svart springare · h8 svart torn · a7 svart bonde · b7 svart bonde · c7 svart bonde · d7 svart bonde · f7 svart bonde · g7 svart bonde · h7 svart bonde · c6 svart springare · b5 vit löpare · e5 svart bonde · e4 vit bonde · f3 vit springare · a2 vit bonde · b2 vit bonde · c2 vit bonde · d2 vit bonde · f2 vit bonde · g2 vit bonde · h2 vit bonde · a1 vit torn · b1 vit springare · c1 vit löpare · d1 vit drottning · e1 vit kung · h1 vit torn | a8 svart torn · c8 svart löpare · d8 svart drottning · e8 svart kung · f8 svart löpare · g8 svart springare · h8 svart torn · a7 svart bonde · b7 svart bonde · c7 svart bonde · d7 svart bonde · f7 svart bonde · g7 svart bonde · h7 svart bonde · c6 svart springare · b5 vit löpare · e5 svart bonde · e4 vit bonde · f3 vit springare · a2 vit bonde · b2 vit bonde · c2 vit bonde · d2 vit bonde · f2 vit bonde · g2 vit bonde · h2 vit bonde · a1 vit torn · b1 vit springare · c1 vit löpare · d1 vit drottning · e1 vit kung · h1 vit torn | 4 |
| 3 | a8 svart torn · c8 svart löpare · d8 svart drottning · e8 svart kung · f8 svart löpare · g8 svart springare · h8 svart torn · a7 svart bonde · b7 svart bonde · c7 svart bonde · d7 svart bonde · f7 svart bonde · g7 svart bonde · h7 svart bonde · c6 svart springare · b5 vit löpare · e5 svart bonde · e4 vit bonde · f3 vit springare · a2 vit bonde · b2 vit bonde · c2 vit bonde · d2 vit bonde · f2 vit bonde · g2 vit bonde · h2 vit bonde · a1 vit torn · b1 vit springare · c1 vit löpare · d1 vit drottning · e1 vit kung · h1 vit torn | a8 svart torn · c8 svart löpare · d8 svart drottning · e8 svart kung · f8 svart löpare · g8 svart springare · h8 svart torn · a7 svart bonde · b7 svart bonde · c7 svart bonde · d7 svart bonde · f7 svart bonde · g7 svart bonde · h7 svart bonde · c6 svart springare · b5 vit löpare · e5 svart bonde · e4 vit bonde · f3 vit springare · a2 vit bonde · b2 vit bonde · c2 vit bonde · d2 vit bonde · f2 vit bonde · g2 vit bonde · h2 vit bonde · a1 vit torn · b1 vit springare · c1 vit löpare · d1 vit drottning · e1 vit kung · h1 vit torn | a8 svart torn · c8 svart löpare · d8 svart drottning · e8 svart kung · f8 svart löpare · g8 svart springare · h8 svart torn · a7 svart bonde · b7 svart bonde · c7 svart bonde · d7 svart bonde · f7 svart bonde · g7 svart bonde · h7 svart bonde · c6 svart springare · b5 vit löpare · e5 svart bonde · e4 vit bonde · f3 vit springare · a2 vit bonde · b2 vit bonde · c2 vit bonde · d2 vit bonde · f2 vit bonde · g2 vit bonde · h2 vit bonde · a1 vit torn · b1 vit springare · c1 vit löpare · d1 vit drottning · e1 vit kung · h1 vit torn | a8 svart torn · c8 svart löpare · d8 svart drottning · e8 svart kung · f8 svart löpare · g8 svart springare · h8 svart torn · a7 svart bonde · b7 svart bonde · c7 svart bonde · d7 svart bonde · f7 svart bonde · g7 svart bonde · h7 svart bonde · c6 svart springare · b5 vit löpare · e5 svart bonde · e4 vit bonde · f3 vit springare · a2 vit bonde · b2 vit bonde · c2 vit bonde · d2 vit bonde · f2 vit bonde · g2 vit bonde · h2 vit bonde · a1 vit torn · b1 vit springare · c1 vit löpare · d1 vit drottning · e1 vit kung · h1 vit torn | a8 svart torn · c8 svart löpare · d8 svart drottning · e8 svart kung · f8 svart löpare · g8 svart springare · h8 svart torn · a7 svart bonde · b7 svart bonde · c7 svart bonde · d7 svart bonde · f7 svart bonde · g7 svart bonde · h7 svart bonde · c6 svart springare · b5 vit löpare · e5 svart bonde · e4 vit bonde · f3 vit springare · a2 vit bonde · b2 vit bonde · c2 vit bonde · d2 vit bonde · f2 vit bonde · g2 vit bonde · h2 vit bonde · a1 vit torn · b1 vit springare · c1 vit löpare · d1 vit drottning · e1 vit kung · h1 vit torn | a8 svart torn · c8 svart löpare · d8 svart drottning · e8 svart kung · f8 svart löpare · g8 svart springare · h8 svart torn · a7 svart bonde · b7 svart bonde · c7 svart bonde · d7 svart bonde · f7 svart bonde · g7 svart bonde · h7 svart bonde · c6 svart springare · b5 vit löpare · e5 svart bonde · e4 vit bonde · f3 vit springare · a2 vit bonde · b2 vit bonde · c2 vit bonde · d2 vit bonde · f2 vit bonde · g2 vit bonde · h2 vit bonde · a1 vit torn · b1 vit springare · c1 vit löpare · d1 vit drottning · e1 vit kung · h1 vit torn | a8 svart torn · c8 svart löpare · d8 svart drottning · e8 svart kung · f8 svart löpare · g8 svart springare · h8 svart torn · a7 svart bonde · b7 svart bonde · c7 svart bonde · d7 svart bonde · f7 svart bonde · g7 svart bonde · h7 svart bonde · c6 svart springare · b5 vit löpare · e5 svart bonde · e4 vit bonde · f3 vit springare · a2 vit bonde · b2 vit bonde · c2 vit bonde · d2 vit bonde · f2 vit bonde · g2 vit bonde · h2 vit bonde · a1 vit torn · b1 vit springare · c1 vit löpare · d1 vit drottning · e1 vit kung · h1 vit torn | a8 svart torn · c8 svart löpare · d8 svart drottning · e8 svart kung · f8 svart löpare · g8 svart springare · h8 svart torn · a7 svart bonde · b7 svart bonde · c7 svart bonde · d7 svart bonde · f7 svart bonde · g7 svart bonde · h7 svart bonde · c6 svart springare · b5 vit löpare · e5 svart bonde · e4 vit bonde · f3 vit springare · a2 vit bonde · b2 vit bonde · c2 vit bonde · d2 vit bonde · f2 vit bonde · g2 vit bonde · h2 vit bonde · a1 vit torn · b1 vit springare · c1 vit löpare · d1 vit drottning · e1 vit kung · h1 vit torn | 3 |
| 2 | a8 svart torn · c8 svart löpare · d8 svart drottning · e8 svart kung · f8 svart löpare · g8 svart springare · h8 svart torn · a7 svart bonde · b7 svart bonde · c7 svart bonde · d7 svart bonde · f7 svart bonde · g7 svart bonde · h7 svart bonde · c6 svart springare · b5 vit löpare · e5 svart bonde · e4 vit bonde · f3 vit springare · a2 vit bonde · b2 vit bonde · c2 vit bonde · d2 vit bonde · f2 vit bonde · g2 vit bonde · h2 vit bonde · a1 vit torn · b1 vit springare · c1 vit löpare · d1 vit drottning · e1 vit kung · h1 vit torn | a8 svart torn · c8 svart löpare · d8 svart drottning · e8 svart kung · f8 svart löpare · g8 svart springare · h8 svart torn · a7 svart bonde · b7 svart bonde · c7 svart bonde · d7 svart bonde · f7 svart bonde · g7 svart bonde · h7 svart bonde · c6 svart springare · b5 vit löpare · e5 svart bonde · e4 vit bonde · f3 vit springare · a2 vit bonde · b2 vit bonde · c2 vit bonde · d2 vit bonde · f2 vit bonde · g2 vit bonde · h2 vit bonde · a1 vit torn · b1 vit springare · c1 vit löpare · d1 vit drottning · e1 vit kung · h1 vit torn | a8 svart torn · c8 svart löpare · d8 svart drottning · e8 svart kung · f8 svart löpare · g8 svart springare · h8 svart torn · a7 svart bonde · b7 svart bonde · c7 svart bonde · d7 svart bonde · f7 svart bonde · g7 svart bonde · h7 svart bonde · c6 svart springare · b5 vit löpare · e5 svart bonde · e4 vit bonde · f3 vit springare · a2 vit bonde · b2 vit bonde · c2 vit bonde · d2 vit bonde · f2 vit bonde · g2 vit bonde · h2 vit bonde · a1 vit torn · b1 vit springare · c1 vit löpare · d1 vit drottning · e1 vit kung · h1 vit torn | a8 svart torn · c8 svart löpare · d8 svart drottning · e8 svart kung · f8 svart löpare · g8 svart springare · h8 svart torn · a7 svart bonde · b7 svart bonde · c7 svart bonde · d7 svart bonde · f7 svart bonde · g7 svart bonde · h7 svart bonde · c6 svart springare · b5 vit löpare · e5 svart bonde · e4 vit bonde · f3 vit springare · a2 vit bonde · b2 vit bonde · c2 vit bonde · d2 vit bonde · f2 vit bonde · g2 vit bonde · h2 vit bonde · a1 vit torn · b1 vit springare · c1 vit löpare · d1 vit drottning · e1 vit kung · h1 vit torn | a8 svart torn · c8 svart löpare · d8 svart drottning · e8 svart kung · f8 svart löpare · g8 svart springare · h8 svart torn · a7 svart bonde · b7 svart bonde · c7 svart bonde · d7 svart bonde · f7 svart bonde · g7 svart bonde · h7 svart bonde · c6 svart springare · b5 vit löpare · e5 svart bonde · e4 vit bonde · f3 vit springare · a2 vit bonde · b2 vit bonde · c2 vit bonde · d2 vit bonde · f2 vit bonde · g2 vit bonde · h2 vit bonde · a1 vit torn · b1 vit springare · c1 vit löpare · d1 vit drottning · e1 vit kung · h1 vit torn | a8 svart torn · c8 svart löpare · d8 svart drottning · e8 svart kung · f8 svart löpare · g8 svart springare · h8 svart torn · a7 svart bonde · b7 svart bonde · c7 svart bonde · d7 svart bonde · f7 svart bonde · g7 svart bonde · h7 svart bonde · c6 svart springare · b5 vit löpare · e5 svart bonde · e4 vit bonde · f3 vit springare · a2 vit bonde · b2 vit bonde · c2 vit bonde · d2 vit bonde · f2 vit bonde · g2 vit bonde · h2 vit bonde · a1 vit torn · b1 vit springare · c1 vit löpare · d1 vit drottning · e1 vit kung · h1 vit torn | a8 svart torn · c8 svart löpare · d8 svart drottning · e8 svart kung · f8 svart löpare · g8 svart springare · h8 svart torn · a7 svart bonde · b7 svart bonde · c7 svart bonde · d7 svart bonde · f7 svart bonde · g7 svart bonde · h7 svart bonde · c6 svart springare · b5 vit löpare · e5 svart bonde · e4 vit bonde · f3 vit springare · a2 vit bonde · b2 vit bonde · c2 vit bonde · d2 vit bonde · f2 vit bonde · g2 vit bonde · h2 vit bonde · a1 vit torn · b1 vit springare · c1 vit löpare · d1 vit drottning · e1 vit kung · h1 vit torn | a8 svart torn · c8 svart löpare · d8 svart drottning · e8 svart kung · f8 svart löpare · g8 svart springare · h8 svart torn · a7 svart bonde · b7 svart bonde · c7 svart bonde · d7 svart bonde · f7 svart bonde · g7 svart bonde · h7 svart bonde · c6 svart springare · b5 vit löpare · e5 svart bonde · e4 vit bonde · f3 vit springare · a2 vit bonde · b2 vit bonde · c2 vit bonde · d2 vit bonde · f2 vit bonde · g2 vit bonde · h2 vit bonde · a1 vit torn · b1 vit springare · c1 vit löpare · d1 vit drottning · e1 vit kung · h1 vit torn | 2 |
| 1 | a8 svart torn · c8 svart löpare · d8 svart drottning · e8 svart kung · f8 svart löpare · g8 svart springare · h8 svart torn · a7 svart bonde · b7 svart bonde · c7 svart bonde · d7 svart bonde · f7 svart bonde · g7 svart bonde · h7 svart bonde · c6 svart springare · b5 vit löpare · e5 svart bonde · e4 vit bonde · f3 vit springare · a2 vit bonde · b2 vit bonde · c2 vit bonde · d2 vit bonde · f2 vit bonde · g2 vit bonde · h2 vit bonde · a1 vit torn · b1 vit springare · c1 vit löpare · d1 vit drottning · e1 vit kung · h1 vit torn | a8 svart torn · c8 svart löpare · d8 svart drottning · e8 svart kung · f8 svart löpare · g8 svart springare · h8 svart torn · a7 svart bonde · b7 svart bonde · c7 svart bonde · d7 svart bonde · f7 svart bonde · g7 svart bonde · h7 svart bonde · c6 svart springare · b5 vit löpare · e5 svart bonde · e4 vit bonde · f3 vit springare · a2 vit bonde · b2 vit bonde · c2 vit bonde · d2 vit bonde · f2 vit bonde · g2 vit bonde · h2 vit bonde · a1 vit torn · b1 vit springare · c1 vit löpare · d1 vit drottning · e1 vit kung · h1 vit torn | a8 svart torn · c8 svart löpare · d8 svart drottning · e8 svart kung · f8 svart löpare · g8 svart springare · h8 svart torn · a7 svart bonde · b7 svart bonde · c7 svart bonde · d7 svart bonde · f7 svart bonde · g7 svart bonde · h7 svart bonde · c6 svart springare · b5 vit löpare · e5 svart bonde · e4 vit bonde · f3 vit springare · a2 vit bonde · b2 vit bonde · c2 vit bonde · d2 vit bonde · f2 vit bonde · g2 vit bonde · h2 vit bonde · a1 vit torn · b1 vit springare · c1 vit löpare · d1 vit drottning · e1 vit kung · h1 vit torn | a8 svart torn · c8 svart löpare · d8 svart drottning · e8 svart kung · f8 svart löpare · g8 svart springare · h8 svart torn · a7 svart bonde · b7 svart bonde · c7 svart bonde · d7 svart bonde · f7 svart bonde · g7 svart bonde · h7 svart bonde · c6 svart springare · b5 vit löpare · e5 svart bonde · e4 vit bonde · f3 vit springare · a2 vit bonde · b2 vit bonde · c2 vit bonde · d2 vit bonde · f2 vit bonde · g2 vit bonde · h2 vit bonde · a1 vit torn · b1 vit springare · c1 vit löpare · d1 vit drottning · e1 vit kung · h1 vit torn | a8 svart torn · c8 svart löpare · d8 svart drottning · e8 svart kung · f8 svart löpare · g8 svart springare · h8 svart torn · a7 svart bonde · b7 svart bonde · c7 svart bonde · d7 svart bonde · f7 svart bonde · g7 svart bonde · h7 svart bonde · c6 svart springare · b5 vit löpare · e5 svart bonde · e4 vit bonde · f3 vit springare · a2 vit bonde · b2 vit bonde · c2 vit bonde · d2 vit bonde · f2 vit bonde · g2 vit bonde · h2 vit bonde · a1 vit torn · b1 vit springare · c1 vit löpare · d1 vit drottning · e1 vit kung · h1 vit torn | a8 svart torn · c8 svart löpare · d8 svart drottning · e8 svart kung · f8 svart löpare · g8 svart springare · h8 svart torn · a7 svart bonde · b7 svart bonde · c7 svart bonde · d7 svart bonde · f7 svart bonde · g7 svart bonde · h7 svart bonde · c6 svart springare · b5 vit löpare · e5 svart bonde · e4 vit bonde · f3 vit springare · a2 vit bonde · b2 vit bonde · c2 vit bonde · d2 vit bonde · f2 vit bonde · g2 vit bonde · h2 vit bonde · a1 vit torn · b1 vit springare · c1 vit löpare · d1 vit drottning · e1 vit kung · h1 vit torn | a8 svart torn · c8 svart löpare · d8 svart drottning · e8 svart kung · f8 svart löpare · g8 svart springare · h8 svart torn · a7 svart bonde · b7 svart bonde · c7 svart bonde · d7 svart bonde · f7 svart bonde · g7 svart bonde · h7 svart bonde · c6 svart springare · b5 vit löpare · e5 svart bonde · e4 vit bonde · f3 vit springare · a2 vit bonde · b2 vit bonde · c2 vit bonde · d2 vit bonde · f2 vit bonde · g2 vit bonde · h2 vit bonde · a1 vit torn · b1 vit springare · c1 vit löpare · d1 vit drottning · e1 vit kung · h1 vit torn | a8 svart torn · c8 svart löpare · d8 svart drottning · e8 svart kung · f8 svart löpare · g8 svart springare · h8 svart torn · a7 svart bonde · b7 svart bonde · c7 svart bonde · d7 svart bonde · f7 svart bonde · g7 svart bonde · h7 svart bonde · c6 svart springare · b5 vit löpare · e5 svart bonde · e4 vit bonde · f3 vit springare · a2 vit bonde · b2 vit bonde · c2 vit bonde · d2 vit bonde · f2 vit bonde · g2 vit bonde · h2 vit bonde · a1 vit torn · b1 vit springare · c1 vit löpare · d1 vit drottning · e1 vit kung · h1 vit torn | 1 |
|   | a | b | c | d | e | f | g | h |   |

C60 Spanskt parti
1.e4 e5 2.Sf3 Sc6 3.Lb5
C61 Spanskt, Birdvarianten
1.e4 e5 2.Sf3 Sc6 3.Lb5 Sd4
C62 Spanskt, Steinitzförsvaret
1.e4 e5 2.Sf3 Sc6 3.Lb5 d6
C63 Spanskt, Schliemannvarianten
1.e4 e5 2.Sf3 Sc6 3.Lb5 f5
C64 Spanskt, klassiska varianten
1.e4 e5 2.Sf3 Sc6 3.Lb5 Lc5
C65 Spanskt, Berlinerförsvaret
1.e4 e5 2.Sf3 Sc6 3.Lb5 Sf6
C66 Spanskt, Berlinerförsvaret
1.e4 e5 2.Sf3 Sc6 3.Lb5 Sf6 4.0-0 d6
C67 Spanskt, Berlinerförsvaret
1.e4 e5 2.Sf3 Sc6 3.Lb5 Sf6 4.0-0 Sxe4
C68 Spanskt, avbytesvarianten
1.e4 e5 2.Sf3 Sc6 3.Lb5 a6 4.Lxc6
C69 Spanskt, avbytesvarianten, Gligoricvarianten, 6.d4
1.e4 e5 2.Sf3 Sc6 3.Lb5 a6 4.Lxc6 dxc6 5.0-0 f6 6.d4
|   | a | b | c | d | e | f | g | h |   |
| 8 | a8 svart torn · c8 svart löpare · d8 svart drottning · e8 svart kung · f8 svart löpare · g8 svart springare · h8 svart torn · b7 svart bonde · c7 svart bonde · d7 svart bonde · f7 svart bonde · g7 svart bonde · h7 svart bonde · a6 svart bonde · c6 svart springare · e5 svart bonde · a4 vit löpare · e4 vit bonde · f3 vit springare · a2 vit bonde · b2 vit bonde · c2 vit bonde · d2 vit bonde · f2 vit bonde · g2 vit bonde · h2 vit bonde · a1 vit torn · b1 vit springare · c1 vit löpare · d1 vit drottning · e1 vit kung · h1 vit torn | a8 svart torn · c8 svart löpare · d8 svart drottning · e8 svart kung · f8 svart löpare · g8 svart springare · h8 svart torn · b7 svart bonde · c7 svart bonde · d7 svart bonde · f7 svart bonde · g7 svart bonde · h7 svart bonde · a6 svart bonde · c6 svart springare · e5 svart bonde · a4 vit löpare · e4 vit bonde · f3 vit springare · a2 vit bonde · b2 vit bonde · c2 vit bonde · d2 vit bonde · f2 vit bonde · g2 vit bonde · h2 vit bonde · a1 vit torn · b1 vit springare · c1 vit löpare · d1 vit drottning · e1 vit kung · h1 vit torn | a8 svart torn · c8 svart löpare · d8 svart drottning · e8 svart kung · f8 svart löpare · g8 svart springare · h8 svart torn · b7 svart bonde · c7 svart bonde · d7 svart bonde · f7 svart bonde · g7 svart bonde · h7 svart bonde · a6 svart bonde · c6 svart springare · e5 svart bonde · a4 vit löpare · e4 vit bonde · f3 vit springare · a2 vit bonde · b2 vit bonde · c2 vit bonde · d2 vit bonde · f2 vit bonde · g2 vit bonde · h2 vit bonde · a1 vit torn · b1 vit springare · c1 vit löpare · d1 vit drottning · e1 vit kung · h1 vit torn | a8 svart torn · c8 svart löpare · d8 svart drottning · e8 svart kung · f8 svart löpare · g8 svart springare · h8 svart torn · b7 svart bonde · c7 svart bonde · d7 svart bonde · f7 svart bonde · g7 svart bonde · h7 svart bonde · a6 svart bonde · c6 svart springare · e5 svart bonde · a4 vit löpare · e4 vit bonde · f3 vit springare · a2 vit bonde · b2 vit bonde · c2 vit bonde · d2 vit bonde · f2 vit bonde · g2 vit bonde · h2 vit bonde · a1 vit torn · b1 vit springare · c1 vit löpare · d1 vit drottning · e1 vit kung · h1 vit torn | a8 svart torn · c8 svart löpare · d8 svart drottning · e8 svart kung · f8 svart löpare · g8 svart springare · h8 svart torn · b7 svart bonde · c7 svart bonde · d7 svart bonde · f7 svart bonde · g7 svart bonde · h7 svart bonde · a6 svart bonde · c6 svart springare · e5 svart bonde · a4 vit löpare · e4 vit bonde · f3 vit springare · a2 vit bonde · b2 vit bonde · c2 vit bonde · d2 vit bonde · f2 vit bonde · g2 vit bonde · h2 vit bonde · a1 vit torn · b1 vit springare · c1 vit löpare · d1 vit drottning · e1 vit kung · h1 vit torn | a8 svart torn · c8 svart löpare · d8 svart drottning · e8 svart kung · f8 svart löpare · g8 svart springare · h8 svart torn · b7 svart bonde · c7 svart bonde · d7 svart bonde · f7 svart bonde · g7 svart bonde · h7 svart bonde · a6 svart bonde · c6 svart springare · e5 svart bonde · a4 vit löpare · e4 vit bonde · f3 vit springare · a2 vit bonde · b2 vit bonde · c2 vit bonde · d2 vit bonde · f2 vit bonde · g2 vit bonde · h2 vit bonde · a1 vit torn · b1 vit springare · c1 vit löpare · d1 vit drottning · e1 vit kung · h1 vit torn | a8 svart torn · c8 svart löpare · d8 svart drottning · e8 svart kung · f8 svart löpare · g8 svart springare · h8 svart torn · b7 svart bonde · c7 svart bonde · d7 svart bonde · f7 svart bonde · g7 svart bonde · h7 svart bonde · a6 svart bonde · c6 svart springare · e5 svart bonde · a4 vit löpare · e4 vit bonde · f3 vit springare · a2 vit bonde · b2 vit bonde · c2 vit bonde · d2 vit bonde · f2 vit bonde · g2 vit bonde · h2 vit bonde · a1 vit torn · b1 vit springare · c1 vit löpare · d1 vit drottning · e1 vit kung · h1 vit torn | a8 svart torn · c8 svart löpare · d8 svart drottning · e8 svart kung · f8 svart löpare · g8 svart springare · h8 svart torn · b7 svart bonde · c7 svart bonde · d7 svart bonde · f7 svart bonde · g7 svart bonde · h7 svart bonde · a6 svart bonde · c6 svart springare · e5 svart bonde · a4 vit löpare · e4 vit bonde · f3 vit springare · a2 vit bonde · b2 vit bonde · c2 vit bonde · d2 vit bonde · f2 vit bonde · g2 vit bonde · h2 vit bonde · a1 vit torn · b1 vit springare · c1 vit löpare · d1 vit drottning · e1 vit kung · h1 vit torn | 8 |
| 7 | a8 svart torn · c8 svart löpare · d8 svart drottning · e8 svart kung · f8 svart löpare · g8 svart springare · h8 svart torn · b7 svart bonde · c7 svart bonde · d7 svart bonde · f7 svart bonde · g7 svart bonde · h7 svart bonde · a6 svart bonde · c6 svart springare · e5 svart bonde · a4 vit löpare · e4 vit bonde · f3 vit springare · a2 vit bonde · b2 vit bonde · c2 vit bonde · d2 vit bonde · f2 vit bonde · g2 vit bonde · h2 vit bonde · a1 vit torn · b1 vit springare · c1 vit löpare · d1 vit drottning · e1 vit kung · h1 vit torn | a8 svart torn · c8 svart löpare · d8 svart drottning · e8 svart kung · f8 svart löpare · g8 svart springare · h8 svart torn · b7 svart bonde · c7 svart bonde · d7 svart bonde · f7 svart bonde · g7 svart bonde · h7 svart bonde · a6 svart bonde · c6 svart springare · e5 svart bonde · a4 vit löpare · e4 vit bonde · f3 vit springare · a2 vit bonde · b2 vit bonde · c2 vit bonde · d2 vit bonde · f2 vit bonde · g2 vit bonde · h2 vit bonde · a1 vit torn · b1 vit springare · c1 vit löpare · d1 vit drottning · e1 vit kung · h1 vit torn | a8 svart torn · c8 svart löpare · d8 svart drottning · e8 svart kung · f8 svart löpare · g8 svart springare · h8 svart torn · b7 svart bonde · c7 svart bonde · d7 svart bonde · f7 svart bonde · g7 svart bonde · h7 svart bonde · a6 svart bonde · c6 svart springare · e5 svart bonde · a4 vit löpare · e4 vit bonde · f3 vit springare · a2 vit bonde · b2 vit bonde · c2 vit bonde · d2 vit bonde · f2 vit bonde · g2 vit bonde · h2 vit bonde · a1 vit torn · b1 vit springare · c1 vit löpare · d1 vit drottning · e1 vit kung · h1 vit torn | a8 svart torn · c8 svart löpare · d8 svart drottning · e8 svart kung · f8 svart löpare · g8 svart springare · h8 svart torn · b7 svart bonde · c7 svart bonde · d7 svart bonde · f7 svart bonde · g7 svart bonde · h7 svart bonde · a6 svart bonde · c6 svart springare · e5 svart bonde · a4 vit löpare · e4 vit bonde · f3 vit springare · a2 vit bonde · b2 vit bonde · c2 vit bonde · d2 vit bonde · f2 vit bonde · g2 vit bonde · h2 vit bonde · a1 vit torn · b1 vit springare · c1 vit löpare · d1 vit drottning · e1 vit kung · h1 vit torn | a8 svart torn · c8 svart löpare · d8 svart drottning · e8 svart kung · f8 svart löpare · g8 svart springare · h8 svart torn · b7 svart bonde · c7 svart bonde · d7 svart bonde · f7 svart bonde · g7 svart bonde · h7 svart bonde · a6 svart bonde · c6 svart springare · e5 svart bonde · a4 vit löpare · e4 vit bonde · f3 vit springare · a2 vit bonde · b2 vit bonde · c2 vit bonde · d2 vit bonde · f2 vit bonde · g2 vit bonde · h2 vit bonde · a1 vit torn · b1 vit springare · c1 vit löpare · d1 vit drottning · e1 vit kung · h1 vit torn | a8 svart torn · c8 svart löpare · d8 svart drottning · e8 svart kung · f8 svart löpare · g8 svart springare · h8 svart torn · b7 svart bonde · c7 svart bonde · d7 svart bonde · f7 svart bonde · g7 svart bonde · h7 svart bonde · a6 svart bonde · c6 svart springare · e5 svart bonde · a4 vit löpare · e4 vit bonde · f3 vit springare · a2 vit bonde · b2 vit bonde · c2 vit bonde · d2 vit bonde · f2 vit bonde · g2 vit bonde · h2 vit bonde · a1 vit torn · b1 vit springare · c1 vit löpare · d1 vit drottning · e1 vit kung · h1 vit torn | a8 svart torn · c8 svart löpare · d8 svart drottning · e8 svart kung · f8 svart löpare · g8 svart springare · h8 svart torn · b7 svart bonde · c7 svart bonde · d7 svart bonde · f7 svart bonde · g7 svart bonde · h7 svart bonde · a6 svart bonde · c6 svart springare · e5 svart bonde · a4 vit löpare · e4 vit bonde · f3 vit springare · a2 vit bonde · b2 vit bonde · c2 vit bonde · d2 vit bonde · f2 vit bonde · g2 vit bonde · h2 vit bonde · a1 vit torn · b1 vit springare · c1 vit löpare · d1 vit drottning · e1 vit kung · h1 vit torn | a8 svart torn · c8 svart löpare · d8 svart drottning · e8 svart kung · f8 svart löpare · g8 svart springare · h8 svart torn · b7 svart bonde · c7 svart bonde · d7 svart bonde · f7 svart bonde · g7 svart bonde · h7 svart bonde · a6 svart bonde · c6 svart springare · e5 svart bonde · a4 vit löpare · e4 vit bonde · f3 vit springare · a2 vit bonde · b2 vit bonde · c2 vit bonde · d2 vit bonde · f2 vit bonde · g2 vit bonde · h2 vit bonde · a1 vit torn · b1 vit springare · c1 vit löpare · d1 vit drottning · e1 vit kung · h1 vit torn | 7 |
| 6 | a8 svart torn · c8 svart löpare · d8 svart drottning · e8 svart kung · f8 svart löpare · g8 svart springare · h8 svart torn · b7 svart bonde · c7 svart bonde · d7 svart bonde · f7 svart bonde · g7 svart bonde · h7 svart bonde · a6 svart bonde · c6 svart springare · e5 svart bonde · a4 vit löpare · e4 vit bonde · f3 vit springare · a2 vit bonde · b2 vit bonde · c2 vit bonde · d2 vit bonde · f2 vit bonde · g2 vit bonde · h2 vit bonde · a1 vit torn · b1 vit springare · c1 vit löpare · d1 vit drottning · e1 vit kung · h1 vit torn | a8 svart torn · c8 svart löpare · d8 svart drottning · e8 svart kung · f8 svart löpare · g8 svart springare · h8 svart torn · b7 svart bonde · c7 svart bonde · d7 svart bonde · f7 svart bonde · g7 svart bonde · h7 svart bonde · a6 svart bonde · c6 svart springare · e5 svart bonde · a4 vit löpare · e4 vit bonde · f3 vit springare · a2 vit bonde · b2 vit bonde · c2 vit bonde · d2 vit bonde · f2 vit bonde · g2 vit bonde · h2 vit bonde · a1 vit torn · b1 vit springare · c1 vit löpare · d1 vit drottning · e1 vit kung · h1 vit torn | a8 svart torn · c8 svart löpare · d8 svart drottning · e8 svart kung · f8 svart löpare · g8 svart springare · h8 svart torn · b7 svart bonde · c7 svart bonde · d7 svart bonde · f7 svart bonde · g7 svart bonde · h7 svart bonde · a6 svart bonde · c6 svart springare · e5 svart bonde · a4 vit löpare · e4 vit bonde · f3 vit springare · a2 vit bonde · b2 vit bonde · c2 vit bonde · d2 vit bonde · f2 vit bonde · g2 vit bonde · h2 vit bonde · a1 vit torn · b1 vit springare · c1 vit löpare · d1 vit drottning · e1 vit kung · h1 vit torn | a8 svart torn · c8 svart löpare · d8 svart drottning · e8 svart kung · f8 svart löpare · g8 svart springare · h8 svart torn · b7 svart bonde · c7 svart bonde · d7 svart bonde · f7 svart bonde · g7 svart bonde · h7 svart bonde · a6 svart bonde · c6 svart springare · e5 svart bonde · a4 vit löpare · e4 vit bonde · f3 vit springare · a2 vit bonde · b2 vit bonde · c2 vit bonde · d2 vit bonde · f2 vit bonde · g2 vit bonde · h2 vit bonde · a1 vit torn · b1 vit springare · c1 vit löpare · d1 vit drottning · e1 vit kung · h1 vit torn | a8 svart torn · c8 svart löpare · d8 svart drottning · e8 svart kung · f8 svart löpare · g8 svart springare · h8 svart torn · b7 svart bonde · c7 svart bonde · d7 svart bonde · f7 svart bonde · g7 svart bonde · h7 svart bonde · a6 svart bonde · c6 svart springare · e5 svart bonde · a4 vit löpare · e4 vit bonde · f3 vit springare · a2 vit bonde · b2 vit bonde · c2 vit bonde · d2 vit bonde · f2 vit bonde · g2 vit bonde · h2 vit bonde · a1 vit torn · b1 vit springare · c1 vit löpare · d1 vit drottning · e1 vit kung · h1 vit torn | a8 svart torn · c8 svart löpare · d8 svart drottning · e8 svart kung · f8 svart löpare · g8 svart springare · h8 svart torn · b7 svart bonde · c7 svart bonde · d7 svart bonde · f7 svart bonde · g7 svart bonde · h7 svart bonde · a6 svart bonde · c6 svart springare · e5 svart bonde · a4 vit löpare · e4 vit bonde · f3 vit springare · a2 vit bonde · b2 vit bonde · c2 vit bonde · d2 vit bonde · f2 vit bonde · g2 vit bonde · h2 vit bonde · a1 vit torn · b1 vit springare · c1 vit löpare · d1 vit drottning · e1 vit kung · h1 vit torn | a8 svart torn · c8 svart löpare · d8 svart drottning · e8 svart kung · f8 svart löpare · g8 svart springare · h8 svart torn · b7 svart bonde · c7 svart bonde · d7 svart bonde · f7 svart bonde · g7 svart bonde · h7 svart bonde · a6 svart bonde · c6 svart springare · e5 svart bonde · a4 vit löpare · e4 vit bonde · f3 vit springare · a2 vit bonde · b2 vit bonde · c2 vit bonde · d2 vit bonde · f2 vit bonde · g2 vit bonde · h2 vit bonde · a1 vit torn · b1 vit springare · c1 vit löpare · d1 vit drottning · e1 vit kung · h1 vit torn | a8 svart torn · c8 svart löpare · d8 svart drottning · e8 svart kung · f8 svart löpare · g8 svart springare · h8 svart torn · b7 svart bonde · c7 svart bonde · d7 svart bonde · f7 svart bonde · g7 svart bonde · h7 svart bonde · a6 svart bonde · c6 svart springare · e5 svart bonde · a4 vit löpare · e4 vit bonde · f3 vit springare · a2 vit bonde · b2 vit bonde · c2 vit bonde · d2 vit bonde · f2 vit bonde · g2 vit bonde · h2 vit bonde · a1 vit torn · b1 vit springare · c1 vit löpare · d1 vit drottning · e1 vit kung · h1 vit torn | 6 |
| 5 | a8 svart torn · c8 svart löpare · d8 svart drottning · e8 svart kung · f8 svart löpare · g8 svart springare · h8 svart torn · b7 svart bonde · c7 svart bonde · d7 svart bonde · f7 svart bonde · g7 svart bonde · h7 svart bonde · a6 svart bonde · c6 svart springare · e5 svart bonde · a4 vit löpare · e4 vit bonde · f3 vit springare · a2 vit bonde · b2 vit bonde · c2 vit bonde · d2 vit bonde · f2 vit bonde · g2 vit bonde · h2 vit bonde · a1 vit torn · b1 vit springare · c1 vit löpare · d1 vit drottning · e1 vit kung · h1 vit torn | a8 svart torn · c8 svart löpare · d8 svart drottning · e8 svart kung · f8 svart löpare · g8 svart springare · h8 svart torn · b7 svart bonde · c7 svart bonde · d7 svart bonde · f7 svart bonde · g7 svart bonde · h7 svart bonde · a6 svart bonde · c6 svart springare · e5 svart bonde · a4 vit löpare · e4 vit bonde · f3 vit springare · a2 vit bonde · b2 vit bonde · c2 vit bonde · d2 vit bonde · f2 vit bonde · g2 vit bonde · h2 vit bonde · a1 vit torn · b1 vit springare · c1 vit löpare · d1 vit drottning · e1 vit kung · h1 vit torn | a8 svart torn · c8 svart löpare · d8 svart drottning · e8 svart kung · f8 svart löpare · g8 svart springare · h8 svart torn · b7 svart bonde · c7 svart bonde · d7 svart bonde · f7 svart bonde · g7 svart bonde · h7 svart bonde · a6 svart bonde · c6 svart springare · e5 svart bonde · a4 vit löpare · e4 vit bonde · f3 vit springare · a2 vit bonde · b2 vit bonde · c2 vit bonde · d2 vit bonde · f2 vit bonde · g2 vit bonde · h2 vit bonde · a1 vit torn · b1 vit springare · c1 vit löpare · d1 vit drottning · e1 vit kung · h1 vit torn | a8 svart torn · c8 svart löpare · d8 svart drottning · e8 svart kung · f8 svart löpare · g8 svart springare · h8 svart torn · b7 svart bonde · c7 svart bonde · d7 svart bonde · f7 svart bonde · g7 svart bonde · h7 svart bonde · a6 svart bonde · c6 svart springare · e5 svart bonde · a4 vit löpare · e4 vit bonde · f3 vit springare · a2 vit bonde · b2 vit bonde · c2 vit bonde · d2 vit bonde · f2 vit bonde · g2 vit bonde · h2 vit bonde · a1 vit torn · b1 vit springare · c1 vit löpare · d1 vit drottning · e1 vit kung · h1 vit torn | a8 svart torn · c8 svart löpare · d8 svart drottning · e8 svart kung · f8 svart löpare · g8 svart springare · h8 svart torn · b7 svart bonde · c7 svart bonde · d7 svart bonde · f7 svart bonde · g7 svart bonde · h7 svart bonde · a6 svart bonde · c6 svart springare · e5 svart bonde · a4 vit löpare · e4 vit bonde · f3 vit springare · a2 vit bonde · b2 vit bonde · c2 vit bonde · d2 vit bonde · f2 vit bonde · g2 vit bonde · h2 vit bonde · a1 vit torn · b1 vit springare · c1 vit löpare · d1 vit drottning · e1 vit kung · h1 vit torn | a8 svart torn · c8 svart löpare · d8 svart drottning · e8 svart kung · f8 svart löpare · g8 svart springare · h8 svart torn · b7 svart bonde · c7 svart bonde · d7 svart bonde · f7 svart bonde · g7 svart bonde · h7 svart bonde · a6 svart bonde · c6 svart springare · e5 svart bonde · a4 vit löpare · e4 vit bonde · f3 vit springare · a2 vit bonde · b2 vit bonde · c2 vit bonde · d2 vit bonde · f2 vit bonde · g2 vit bonde · h2 vit bonde · a1 vit torn · b1 vit springare · c1 vit löpare · d1 vit drottning · e1 vit kung · h1 vit torn | a8 svart torn · c8 svart löpare · d8 svart drottning · e8 svart kung · f8 svart löpare · g8 svart springare · h8 svart torn · b7 svart bonde · c7 svart bonde · d7 svart bonde · f7 svart bonde · g7 svart bonde · h7 svart bonde · a6 svart bonde · c6 svart springare · e5 svart bonde · a4 vit löpare · e4 vit bonde · f3 vit springare · a2 vit bonde · b2 vit bonde · c2 vit bonde · d2 vit bonde · f2 vit bonde · g2 vit bonde · h2 vit bonde · a1 vit torn · b1 vit springare · c1 vit löpare · d1 vit drottning · e1 vit kung · h1 vit torn | a8 svart torn · c8 svart löpare · d8 svart drottning · e8 svart kung · f8 svart löpare · g8 svart springare · h8 svart torn · b7 svart bonde · c7 svart bonde · d7 svart bonde · f7 svart bonde · g7 svart bonde · h7 svart bonde · a6 svart bonde · c6 svart springare · e5 svart bonde · a4 vit löpare · e4 vit bonde · f3 vit springare · a2 vit bonde · b2 vit bonde · c2 vit bonde · d2 vit bonde · f2 vit bonde · g2 vit bonde · h2 vit bonde · a1 vit torn · b1 vit springare · c1 vit löpare · d1 vit drottning · e1 vit kung · h1 vit torn | 5 |
| 4 | a8 svart torn · c8 svart löpare · d8 svart drottning · e8 svart kung · f8 svart löpare · g8 svart springare · h8 svart torn · b7 svart bonde · c7 svart bonde · d7 svart bonde · f7 svart bonde · g7 svart bonde · h7 svart bonde · a6 svart bonde · c6 svart springare · e5 svart bonde · a4 vit löpare · e4 vit bonde · f3 vit springare · a2 vit bonde · b2 vit bonde · c2 vit bonde · d2 vit bonde · f2 vit bonde · g2 vit bonde · h2 vit bonde · a1 vit torn · b1 vit springare · c1 vit löpare · d1 vit drottning · e1 vit kung · h1 vit torn | a8 svart torn · c8 svart löpare · d8 svart drottning · e8 svart kung · f8 svart löpare · g8 svart springare · h8 svart torn · b7 svart bonde · c7 svart bonde · d7 svart bonde · f7 svart bonde · g7 svart bonde · h7 svart bonde · a6 svart bonde · c6 svart springare · e5 svart bonde · a4 vit löpare · e4 vit bonde · f3 vit springare · a2 vit bonde · b2 vit bonde · c2 vit bonde · d2 vit bonde · f2 vit bonde · g2 vit bonde · h2 vit bonde · a1 vit torn · b1 vit springare · c1 vit löpare · d1 vit drottning · e1 vit kung · h1 vit torn | a8 svart torn · c8 svart löpare · d8 svart drottning · e8 svart kung · f8 svart löpare · g8 svart springare · h8 svart torn · b7 svart bonde · c7 svart bonde · d7 svart bonde · f7 svart bonde · g7 svart bonde · h7 svart bonde · a6 svart bonde · c6 svart springare · e5 svart bonde · a4 vit löpare · e4 vit bonde · f3 vit springare · a2 vit bonde · b2 vit bonde · c2 vit bonde · d2 vit bonde · f2 vit bonde · g2 vit bonde · h2 vit bonde · a1 vit torn · b1 vit springare · c1 vit löpare · d1 vit drottning · e1 vit kung · h1 vit torn | a8 svart torn · c8 svart löpare · d8 svart drottning · e8 svart kung · f8 svart löpare · g8 svart springare · h8 svart torn · b7 svart bonde · c7 svart bonde · d7 svart bonde · f7 svart bonde · g7 svart bonde · h7 svart bonde · a6 svart bonde · c6 svart springare · e5 svart bonde · a4 vit löpare · e4 vit bonde · f3 vit springare · a2 vit bonde · b2 vit bonde · c2 vit bonde · d2 vit bonde · f2 vit bonde · g2 vit bonde · h2 vit bonde · a1 vit torn · b1 vit springare · c1 vit löpare · d1 vit drottning · e1 vit kung · h1 vit torn | a8 svart torn · c8 svart löpare · d8 svart drottning · e8 svart kung · f8 svart löpare · g8 svart springare · h8 svart torn · b7 svart bonde · c7 svart bonde · d7 svart bonde · f7 svart bonde · g7 svart bonde · h7 svart bonde · a6 svart bonde · c6 svart springare · e5 svart bonde · a4 vit löpare · e4 vit bonde · f3 vit springare · a2 vit bonde · b2 vit bonde · c2 vit bonde · d2 vit bonde · f2 vit bonde · g2 vit bonde · h2 vit bonde · a1 vit torn · b1 vit springare · c1 vit löpare · d1 vit drottning · e1 vit kung · h1 vit torn | a8 svart torn · c8 svart löpare · d8 svart drottning · e8 svart kung · f8 svart löpare · g8 svart springare · h8 svart torn · b7 svart bonde · c7 svart bonde · d7 svart bonde · f7 svart bonde · g7 svart bonde · h7 svart bonde · a6 svart bonde · c6 svart springare · e5 svart bonde · a4 vit löpare · e4 vit bonde · f3 vit springare · a2 vit bonde · b2 vit bonde · c2 vit bonde · d2 vit bonde · f2 vit bonde · g2 vit bonde · h2 vit bonde · a1 vit torn · b1 vit springare · c1 vit löpare · d1 vit drottning · e1 vit kung · h1 vit torn | a8 svart torn · c8 svart löpare · d8 svart drottning · e8 svart kung · f8 svart löpare · g8 svart springare · h8 svart torn · b7 svart bonde · c7 svart bonde · d7 svart bonde · f7 svart bonde · g7 svart bonde · h7 svart bonde · a6 svart bonde · c6 svart springare · e5 svart bonde · a4 vit löpare · e4 vit bonde · f3 vit springare · a2 vit bonde · b2 vit bonde · c2 vit bonde · d2 vit bonde · f2 vit bonde · g2 vit bonde · h2 vit bonde · a1 vit torn · b1 vit springare · c1 vit löpare · d1 vit drottning · e1 vit kung · h1 vit torn | a8 svart torn · c8 svart löpare · d8 svart drottning · e8 svart kung · f8 svart löpare · g8 svart springare · h8 svart torn · b7 svart bonde · c7 svart bonde · d7 svart bonde · f7 svart bonde · g7 svart bonde · h7 svart bonde · a6 svart bonde · c6 svart springare · e5 svart bonde · a4 vit löpare · e4 vit bonde · f3 vit springare · a2 vit bonde · b2 vit bonde · c2 vit bonde · d2 vit bonde · f2 vit bonde · g2 vit bonde · h2 vit bonde · a1 vit torn · b1 vit springare · c1 vit löpare · d1 vit drottning · e1 vit kung · h1 vit torn | 4 |
| 3 | a8 svart torn · c8 svart löpare · d8 svart drottning · e8 svart kung · f8 svart löpare · g8 svart springare · h8 svart torn · b7 svart bonde · c7 svart bonde · d7 svart bonde · f7 svart bonde · g7 svart bonde · h7 svart bonde · a6 svart bonde · c6 svart springare · e5 svart bonde · a4 vit löpare · e4 vit bonde · f3 vit springare · a2 vit bonde · b2 vit bonde · c2 vit bonde · d2 vit bonde · f2 vit bonde · g2 vit bonde · h2 vit bonde · a1 vit torn · b1 vit springare · c1 vit löpare · d1 vit drottning · e1 vit kung · h1 vit torn | a8 svart torn · c8 svart löpare · d8 svart drottning · e8 svart kung · f8 svart löpare · g8 svart springare · h8 svart torn · b7 svart bonde · c7 svart bonde · d7 svart bonde · f7 svart bonde · g7 svart bonde · h7 svart bonde · a6 svart bonde · c6 svart springare · e5 svart bonde · a4 vit löpare · e4 vit bonde · f3 vit springare · a2 vit bonde · b2 vit bonde · c2 vit bonde · d2 vit bonde · f2 vit bonde · g2 vit bonde · h2 vit bonde · a1 vit torn · b1 vit springare · c1 vit löpare · d1 vit drottning · e1 vit kung · h1 vit torn | a8 svart torn · c8 svart löpare · d8 svart drottning · e8 svart kung · f8 svart löpare · g8 svart springare · h8 svart torn · b7 svart bonde · c7 svart bonde · d7 svart bonde · f7 svart bonde · g7 svart bonde · h7 svart bonde · a6 svart bonde · c6 svart springare · e5 svart bonde · a4 vit löpare · e4 vit bonde · f3 vit springare · a2 vit bonde · b2 vit bonde · c2 vit bonde · d2 vit bonde · f2 vit bonde · g2 vit bonde · h2 vit bonde · a1 vit torn · b1 vit springare · c1 vit löpare · d1 vit drottning · e1 vit kung · h1 vit torn | a8 svart torn · c8 svart löpare · d8 svart drottning · e8 svart kung · f8 svart löpare · g8 svart springare · h8 svart torn · b7 svart bonde · c7 svart bonde · d7 svart bonde · f7 svart bonde · g7 svart bonde · h7 svart bonde · a6 svart bonde · c6 svart springare · e5 svart bonde · a4 vit löpare · e4 vit bonde · f3 vit springare · a2 vit bonde · b2 vit bonde · c2 vit bonde · d2 vit bonde · f2 vit bonde · g2 vit bonde · h2 vit bonde · a1 vit torn · b1 vit springare · c1 vit löpare · d1 vit drottning · e1 vit kung · h1 vit torn | a8 svart torn · c8 svart löpare · d8 svart drottning · e8 svart kung · f8 svart löpare · g8 svart springare · h8 svart torn · b7 svart bonde · c7 svart bonde · d7 svart bonde · f7 svart bonde · g7 svart bonde · h7 svart bonde · a6 svart bonde · c6 svart springare · e5 svart bonde · a4 vit löpare · e4 vit bonde · f3 vit springare · a2 vit bonde · b2 vit bonde · c2 vit bonde · d2 vit bonde · f2 vit bonde · g2 vit bonde · h2 vit bonde · a1 vit torn · b1 vit springare · c1 vit löpare · d1 vit drottning · e1 vit kung · h1 vit torn | a8 svart torn · c8 svart löpare · d8 svart drottning · e8 svart kung · f8 svart löpare · g8 svart springare · h8 svart torn · b7 svart bonde · c7 svart bonde · d7 svart bonde · f7 svart bonde · g7 svart bonde · h7 svart bonde · a6 svart bonde · c6 svart springare · e5 svart bonde · a4 vit löpare · e4 vit bonde · f3 vit springare · a2 vit bonde · b2 vit bonde · c2 vit bonde · d2 vit bonde · f2 vit bonde · g2 vit bonde · h2 vit bonde · a1 vit torn · b1 vit springare · c1 vit löpare · d1 vit drottning · e1 vit kung · h1 vit torn | a8 svart torn · c8 svart löpare · d8 svart drottning · e8 svart kung · f8 svart löpare · g8 svart springare · h8 svart torn · b7 svart bonde · c7 svart bonde · d7 svart bonde · f7 svart bonde · g7 svart bonde · h7 svart bonde · a6 svart bonde · c6 svart springare · e5 svart bonde · a4 vit löpare · e4 vit bonde · f3 vit springare · a2 vit bonde · b2 vit bonde · c2 vit bonde · d2 vit bonde · f2 vit bonde · g2 vit bonde · h2 vit bonde · a1 vit torn · b1 vit springare · c1 vit löpare · d1 vit drottning · e1 vit kung · h1 vit torn | a8 svart torn · c8 svart löpare · d8 svart drottning · e8 svart kung · f8 svart löpare · g8 svart springare · h8 svart torn · b7 svart bonde · c7 svart bonde · d7 svart bonde · f7 svart bonde · g7 svart bonde · h7 svart bonde · a6 svart bonde · c6 svart springare · e5 svart bonde · a4 vit löpare · e4 vit bonde · f3 vit springare · a2 vit bonde · b2 vit bonde · c2 vit bonde · d2 vit bonde · f2 vit bonde · g2 vit bonde · h2 vit bonde · a1 vit torn · b1 vit springare · c1 vit löpare · d1 vit drottning · e1 vit kung · h1 vit torn | 3 |
| 2 | a8 svart torn · c8 svart löpare · d8 svart drottning · e8 svart kung · f8 svart löpare · g8 svart springare · h8 svart torn · b7 svart bonde · c7 svart bonde · d7 svart bonde · f7 svart bonde · g7 svart bonde · h7 svart bonde · a6 svart bonde · c6 svart springare · e5 svart bonde · a4 vit löpare · e4 vit bonde · f3 vit springare · a2 vit bonde · b2 vit bonde · c2 vit bonde · d2 vit bonde · f2 vit bonde · g2 vit bonde · h2 vit bonde · a1 vit torn · b1 vit springare · c1 vit löpare · d1 vit drottning · e1 vit kung · h1 vit torn | a8 svart torn · c8 svart löpare · d8 svart drottning · e8 svart kung · f8 svart löpare · g8 svart springare · h8 svart torn · b7 svart bonde · c7 svart bonde · d7 svart bonde · f7 svart bonde · g7 svart bonde · h7 svart bonde · a6 svart bonde · c6 svart springare · e5 svart bonde · a4 vit löpare · e4 vit bonde · f3 vit springare · a2 vit bonde · b2 vit bonde · c2 vit bonde · d2 vit bonde · f2 vit bonde · g2 vit bonde · h2 vit bonde · a1 vit torn · b1 vit springare · c1 vit löpare · d1 vit drottning · e1 vit kung · h1 vit torn | a8 svart torn · c8 svart löpare · d8 svart drottning · e8 svart kung · f8 svart löpare · g8 svart springare · h8 svart torn · b7 svart bonde · c7 svart bonde · d7 svart bonde · f7 svart bonde · g7 svart bonde · h7 svart bonde · a6 svart bonde · c6 svart springare · e5 svart bonde · a4 vit löpare · e4 vit bonde · f3 vit springare · a2 vit bonde · b2 vit bonde · c2 vit bonde · d2 vit bonde · f2 vit bonde · g2 vit bonde · h2 vit bonde · a1 vit torn · b1 vit springare · c1 vit löpare · d1 vit drottning · e1 vit kung · h1 vit torn | a8 svart torn · c8 svart löpare · d8 svart drottning · e8 svart kung · f8 svart löpare · g8 svart springare · h8 svart torn · b7 svart bonde · c7 svart bonde · d7 svart bonde · f7 svart bonde · g7 svart bonde · h7 svart bonde · a6 svart bonde · c6 svart springare · e5 svart bonde · a4 vit löpare · e4 vit bonde · f3 vit springare · a2 vit bonde · b2 vit bonde · c2 vit bonde · d2 vit bonde · f2 vit bonde · g2 vit bonde · h2 vit bonde · a1 vit torn · b1 vit springare · c1 vit löpare · d1 vit drottning · e1 vit kung · h1 vit torn | a8 svart torn · c8 svart löpare · d8 svart drottning · e8 svart kung · f8 svart löpare · g8 svart springare · h8 svart torn · b7 svart bonde · c7 svart bonde · d7 svart bonde · f7 svart bonde · g7 svart bonde · h7 svart bonde · a6 svart bonde · c6 svart springare · e5 svart bonde · a4 vit löpare · e4 vit bonde · f3 vit springare · a2 vit bonde · b2 vit bonde · c2 vit bonde · d2 vit bonde · f2 vit bonde · g2 vit bonde · h2 vit bonde · a1 vit torn · b1 vit springare · c1 vit löpare · d1 vit drottning · e1 vit kung · h1 vit torn | a8 svart torn · c8 svart löpare · d8 svart drottning · e8 svart kung · f8 svart löpare · g8 svart springare · h8 svart torn · b7 svart bonde · c7 svart bonde · d7 svart bonde · f7 svart bonde · g7 svart bonde · h7 svart bonde · a6 svart bonde · c6 svart springare · e5 svart bonde · a4 vit löpare · e4 vit bonde · f3 vit springare · a2 vit bonde · b2 vit bonde · c2 vit bonde · d2 vit bonde · f2 vit bonde · g2 vit bonde · h2 vit bonde · a1 vit torn · b1 vit springare · c1 vit löpare · d1 vit drottning · e1 vit kung · h1 vit torn | a8 svart torn · c8 svart löpare · d8 svart drottning · e8 svart kung · f8 svart löpare · g8 svart springare · h8 svart torn · b7 svart bonde · c7 svart bonde · d7 svart bonde · f7 svart bonde · g7 svart bonde · h7 svart bonde · a6 svart bonde · c6 svart springare · e5 svart bonde · a4 vit löpare · e4 vit bonde · f3 vit springare · a2 vit bonde · b2 vit bonde · c2 vit bonde · d2 vit bonde · f2 vit bonde · g2 vit bonde · h2 vit bonde · a1 vit torn · b1 vit springare · c1 vit löpare · d1 vit drottning · e1 vit kung · h1 vit torn | a8 svart torn · c8 svart löpare · d8 svart drottning · e8 svart kung · f8 svart löpare · g8 svart springare · h8 svart torn · b7 svart bonde · c7 svart bonde · d7 svart bonde · f7 svart bonde · g7 svart bonde · h7 svart bonde · a6 svart bonde · c6 svart springare · e5 svart bonde · a4 vit löpare · e4 vit bonde · f3 vit springare · a2 vit bonde · b2 vit bonde · c2 vit bonde · d2 vit bonde · f2 vit bonde · g2 vit bonde · h2 vit bonde · a1 vit torn · b1 vit springare · c1 vit löpare · d1 vit drottning · e1 vit kung · h1 vit torn | 2 |
| 1 | a8 svart torn · c8 svart löpare · d8 svart drottning · e8 svart kung · f8 svart löpare · g8 svart springare · h8 svart torn · b7 svart bonde · c7 svart bonde · d7 svart bonde · f7 svart bonde · g7 svart bonde · h7 svart bonde · a6 svart bonde · c6 svart springare · e5 svart bonde · a4 vit löpare · e4 vit bonde · f3 vit springare · a2 vit bonde · b2 vit bonde · c2 vit bonde · d2 vit bonde · f2 vit bonde · g2 vit bonde · h2 vit bonde · a1 vit torn · b1 vit springare · c1 vit löpare · d1 vit drottning · e1 vit kung · h1 vit torn | a8 svart torn · c8 svart löpare · d8 svart drottning · e8 svart kung · f8 svart löpare · g8 svart springare · h8 svart torn · b7 svart bonde · c7 svart bonde · d7 svart bonde · f7 svart bonde · g7 svart bonde · h7 svart bonde · a6 svart bonde · c6 svart springare · e5 svart bonde · a4 vit löpare · e4 vit bonde · f3 vit springare · a2 vit bonde · b2 vit bonde · c2 vit bonde · d2 vit bonde · f2 vit bonde · g2 vit bonde · h2 vit bonde · a1 vit torn · b1 vit springare · c1 vit löpare · d1 vit drottning · e1 vit kung · h1 vit torn | a8 svart torn · c8 svart löpare · d8 svart drottning · e8 svart kung · f8 svart löpare · g8 svart springare · h8 svart torn · b7 svart bonde · c7 svart bonde · d7 svart bonde · f7 svart bonde · g7 svart bonde · h7 svart bonde · a6 svart bonde · c6 svart springare · e5 svart bonde · a4 vit löpare · e4 vit bonde · f3 vit springare · a2 vit bonde · b2 vit bonde · c2 vit bonde · d2 vit bonde · f2 vit bonde · g2 vit bonde · h2 vit bonde · a1 vit torn · b1 vit springare · c1 vit löpare · d1 vit drottning · e1 vit kung · h1 vit torn | a8 svart torn · c8 svart löpare · d8 svart drottning · e8 svart kung · f8 svart löpare · g8 svart springare · h8 svart torn · b7 svart bonde · c7 svart bonde · d7 svart bonde · f7 svart bonde · g7 svart bonde · h7 svart bonde · a6 svart bonde · c6 svart springare · e5 svart bonde · a4 vit löpare · e4 vit bonde · f3 vit springare · a2 vit bonde · b2 vit bonde · c2 vit bonde · d2 vit bonde · f2 vit bonde · g2 vit bonde · h2 vit bonde · a1 vit torn · b1 vit springare · c1 vit löpare · d1 vit drottning · e1 vit kung · h1 vit torn | a8 svart torn · c8 svart löpare · d8 svart drottning · e8 svart kung · f8 svart löpare · g8 svart springare · h8 svart torn · b7 svart bonde · c7 svart bonde · d7 svart bonde · f7 svart bonde · g7 svart bonde · h7 svart bonde · a6 svart bonde · c6 svart springare · e5 svart bonde · a4 vit löpare · e4 vit bonde · f3 vit springare · a2 vit bonde · b2 vit bonde · c2 vit bonde · d2 vit bonde · f2 vit bonde · g2 vit bonde · h2 vit bonde · a1 vit torn · b1 vit springare · c1 vit löpare · d1 vit drottning · e1 vit kung · h1 vit torn | a8 svart torn · c8 svart löpare · d8 svart drottning · e8 svart kung · f8 svart löpare · g8 svart springare · h8 svart torn · b7 svart bonde · c7 svart bonde · d7 svart bonde · f7 svart bonde · g7 svart bonde · h7 svart bonde · a6 svart bonde · c6 svart springare · e5 svart bonde · a4 vit löpare · e4 vit bonde · f3 vit springare · a2 vit bonde · b2 vit bonde · c2 vit bonde · d2 vit bonde · f2 vit bonde · g2 vit bonde · h2 vit bonde · a1 vit torn · b1 vit springare · c1 vit löpare · d1 vit drottning · e1 vit kung · h1 vit torn | a8 svart torn · c8 svart löpare · d8 svart drottning · e8 svart kung · f8 svart löpare · g8 svart springare · h8 svart torn · b7 svart bonde · c7 svart bonde · d7 svart bonde · f7 svart bonde · g7 svart bonde · h7 svart bonde · a6 svart bonde · c6 svart springare · e5 svart bonde · a4 vit löpare · e4 vit bonde · f3 vit springare · a2 vit bonde · b2 vit bonde · c2 vit bonde · d2 vit bonde · f2 vit bonde · g2 vit bonde · h2 vit bonde · a1 vit torn · b1 vit springare · c1 vit löpare · d1 vit drottning · e1 vit kung · h1 vit torn | a8 svart torn · c8 svart löpare · d8 svart drottning · e8 svart kung · f8 svart löpare · g8 svart springare · h8 svart torn · b7 svart bonde · c7 svart bonde · d7 svart bonde · f7 svart bonde · g7 svart bonde · h7 svart bonde · a6 svart bonde · c6 svart springare · e5 svart bonde · a4 vit löpare · e4 vit bonde · f3 vit springare · a2 vit bonde · b2 vit bonde · c2 vit bonde · d2 vit bonde · f2 vit bonde · g2 vit bonde · h2 vit bonde · a1 vit torn · b1 vit springare · c1 vit löpare · d1 vit drottning · e1 vit kung · h1 vit torn | 1 |
|   | a | b | c | d | e | f | g | h |   |

C70 Spanskt
1.e4 e5 2.Sf3 Sc6 3.Lb5 a6 4.La4
C71 Spanskt
1.e4 e5 2.Sf3 Sc6 3.Lb5 a6 4.La4 d6
C72 Spanskt, moderna Steinitzförsvaret, 5.O-O
1.e4 e5 2.Sf3 Sc6 3.Lb5 a6 4.La4 d6 5.0-0
C73 Spanskt, moderna Steinitzförsvaret
1.e4 e5 2.Sf3 Sc6 3.Lb5 a6 4.La4 d6 5.Lxc6+ bxc6 6.d4
C74 Spanskt, moderna Steinitzförsvaret
1.e4 e5 2.Sf3 Sc6 3.Lb5 a6 4.La4 d6 5.c3
C75 Spanskt, moderna Steinitzförsvaret
1.e4 e5 2.Sf3 Sc6 3.Lb5 a6 4.La4 d6 5.c3 Ld7
C76 Spanskt, moderna Steinitzförsvaret, fianchettovarianten
1.e4 e5 2.Sf3 Sc6 3.Lb5 a6 4.La4 d6 5.c3 Ld7 6.d4 g6
C77 Spanskt
1.e4 e5 2.Sf3 Sc6 3.Lb5 a6 4.La4 Sf6
C78 Spanskt
1.e4 e5 2.Sf3 Sc6 3.Lb5 a6 4.La4 Sf6 5.0-0
C79 Spanskt, Steinitzförsvaret, fördröjt
1.e4 e5 2.Sf3 Sc6 3.Lb5 a6 4.La4 Sf6 5.0-0 d6
|   | a | b | c | d | e | f | g | h |   |
| 8 | a8 svart torn · c8 svart löpare · d8 svart drottning · e8 svart kung · f8 svart löpare · h8 svart torn · b7 svart bonde · c7 svart bonde · d7 svart bonde · f7 svart bonde · g7 svart bonde · h7 svart bonde · a6 svart bonde · c6 svart springare · f6 svart springare · e5 svart bonde · a4 vit löpare · e4 vit bonde · f3 vit springare · a2 vit bonde · b2 vit bonde · c2 vit bonde · d2 vit bonde · f2 vit bonde · g2 vit bonde · h2 vit bonde · a1 vit torn · b1 vit springare · c1 vit löpare · d1 vit drottning · f1 vit torn · g1 vit kung | a8 svart torn · c8 svart löpare · d8 svart drottning · e8 svart kung · f8 svart löpare · h8 svart torn · b7 svart bonde · c7 svart bonde · d7 svart bonde · f7 svart bonde · g7 svart bonde · h7 svart bonde · a6 svart bonde · c6 svart springare · f6 svart springare · e5 svart bonde · a4 vit löpare · e4 vit bonde · f3 vit springare · a2 vit bonde · b2 vit bonde · c2 vit bonde · d2 vit bonde · f2 vit bonde · g2 vit bonde · h2 vit bonde · a1 vit torn · b1 vit springare · c1 vit löpare · d1 vit drottning · f1 vit torn · g1 vit kung | a8 svart torn · c8 svart löpare · d8 svart drottning · e8 svart kung · f8 svart löpare · h8 svart torn · b7 svart bonde · c7 svart bonde · d7 svart bonde · f7 svart bonde · g7 svart bonde · h7 svart bonde · a6 svart bonde · c6 svart springare · f6 svart springare · e5 svart bonde · a4 vit löpare · e4 vit bonde · f3 vit springare · a2 vit bonde · b2 vit bonde · c2 vit bonde · d2 vit bonde · f2 vit bonde · g2 vit bonde · h2 vit bonde · a1 vit torn · b1 vit springare · c1 vit löpare · d1 vit drottning · f1 vit torn · g1 vit kung | a8 svart torn · c8 svart löpare · d8 svart drottning · e8 svart kung · f8 svart löpare · h8 svart torn · b7 svart bonde · c7 svart bonde · d7 svart bonde · f7 svart bonde · g7 svart bonde · h7 svart bonde · a6 svart bonde · c6 svart springare · f6 svart springare · e5 svart bonde · a4 vit löpare · e4 vit bonde · f3 vit springare · a2 vit bonde · b2 vit bonde · c2 vit bonde · d2 vit bonde · f2 vit bonde · g2 vit bonde · h2 vit bonde · a1 vit torn · b1 vit springare · c1 vit löpare · d1 vit drottning · f1 vit torn · g1 vit kung | a8 svart torn · c8 svart löpare · d8 svart drottning · e8 svart kung · f8 svart löpare · h8 svart torn · b7 svart bonde · c7 svart bonde · d7 svart bonde · f7 svart bonde · g7 svart bonde · h7 svart bonde · a6 svart bonde · c6 svart springare · f6 svart springare · e5 svart bonde · a4 vit löpare · e4 vit bonde · f3 vit springare · a2 vit bonde · b2 vit bonde · c2 vit bonde · d2 vit bonde · f2 vit bonde · g2 vit bonde · h2 vit bonde · a1 vit torn · b1 vit springare · c1 vit löpare · d1 vit drottning · f1 vit torn · g1 vit kung | a8 svart torn · c8 svart löpare · d8 svart drottning · e8 svart kung · f8 svart löpare · h8 svart torn · b7 svart bonde · c7 svart bonde · d7 svart bonde · f7 svart bonde · g7 svart bonde · h7 svart bonde · a6 svart bonde · c6 svart springare · f6 svart springare · e5 svart bonde · a4 vit löpare · e4 vit bonde · f3 vit springare · a2 vit bonde · b2 vit bonde · c2 vit bonde · d2 vit bonde · f2 vit bonde · g2 vit bonde · h2 vit bonde · a1 vit torn · b1 vit springare · c1 vit löpare · d1 vit drottning · f1 vit torn · g1 vit kung | a8 svart torn · c8 svart löpare · d8 svart drottning · e8 svart kung · f8 svart löpare · h8 svart torn · b7 svart bonde · c7 svart bonde · d7 svart bonde · f7 svart bonde · g7 svart bonde · h7 svart bonde · a6 svart bonde · c6 svart springare · f6 svart springare · e5 svart bonde · a4 vit löpare · e4 vit bonde · f3 vit springare · a2 vit bonde · b2 vit bonde · c2 vit bonde · d2 vit bonde · f2 vit bonde · g2 vit bonde · h2 vit bonde · a1 vit torn · b1 vit springare · c1 vit löpare · d1 vit drottning · f1 vit torn · g1 vit kung | a8 svart torn · c8 svart löpare · d8 svart drottning · e8 svart kung · f8 svart löpare · h8 svart torn · b7 svart bonde · c7 svart bonde · d7 svart bonde · f7 svart bonde · g7 svart bonde · h7 svart bonde · a6 svart bonde · c6 svart springare · f6 svart springare · e5 svart bonde · a4 vit löpare · e4 vit bonde · f3 vit springare · a2 vit bonde · b2 vit bonde · c2 vit bonde · d2 vit bonde · f2 vit bonde · g2 vit bonde · h2 vit bonde · a1 vit torn · b1 vit springare · c1 vit löpare · d1 vit drottning · f1 vit torn · g1 vit kung | 8 |
| 7 | a8 svart torn · c8 svart löpare · d8 svart drottning · e8 svart kung · f8 svart löpare · h8 svart torn · b7 svart bonde · c7 svart bonde · d7 svart bonde · f7 svart bonde · g7 svart bonde · h7 svart bonde · a6 svart bonde · c6 svart springare · f6 svart springare · e5 svart bonde · a4 vit löpare · e4 vit bonde · f3 vit springare · a2 vit bonde · b2 vit bonde · c2 vit bonde · d2 vit bonde · f2 vit bonde · g2 vit bonde · h2 vit bonde · a1 vit torn · b1 vit springare · c1 vit löpare · d1 vit drottning · f1 vit torn · g1 vit kung | a8 svart torn · c8 svart löpare · d8 svart drottning · e8 svart kung · f8 svart löpare · h8 svart torn · b7 svart bonde · c7 svart bonde · d7 svart bonde · f7 svart bonde · g7 svart bonde · h7 svart bonde · a6 svart bonde · c6 svart springare · f6 svart springare · e5 svart bonde · a4 vit löpare · e4 vit bonde · f3 vit springare · a2 vit bonde · b2 vit bonde · c2 vit bonde · d2 vit bonde · f2 vit bonde · g2 vit bonde · h2 vit bonde · a1 vit torn · b1 vit springare · c1 vit löpare · d1 vit drottning · f1 vit torn · g1 vit kung | a8 svart torn · c8 svart löpare · d8 svart drottning · e8 svart kung · f8 svart löpare · h8 svart torn · b7 svart bonde · c7 svart bonde · d7 svart bonde · f7 svart bonde · g7 svart bonde · h7 svart bonde · a6 svart bonde · c6 svart springare · f6 svart springare · e5 svart bonde · a4 vit löpare · e4 vit bonde · f3 vit springare · a2 vit bonde · b2 vit bonde · c2 vit bonde · d2 vit bonde · f2 vit bonde · g2 vit bonde · h2 vit bonde · a1 vit torn · b1 vit springare · c1 vit löpare · d1 vit drottning · f1 vit torn · g1 vit kung | a8 svart torn · c8 svart löpare · d8 svart drottning · e8 svart kung · f8 svart löpare · h8 svart torn · b7 svart bonde · c7 svart bonde · d7 svart bonde · f7 svart bonde · g7 svart bonde · h7 svart bonde · a6 svart bonde · c6 svart springare · f6 svart springare · e5 svart bonde · a4 vit löpare · e4 vit bonde · f3 vit springare · a2 vit bonde · b2 vit bonde · c2 vit bonde · d2 vit bonde · f2 vit bonde · g2 vit bonde · h2 vit bonde · a1 vit torn · b1 vit springare · c1 vit löpare · d1 vit drottning · f1 vit torn · g1 vit kung | a8 svart torn · c8 svart löpare · d8 svart drottning · e8 svart kung · f8 svart löpare · h8 svart torn · b7 svart bonde · c7 svart bonde · d7 svart bonde · f7 svart bonde · g7 svart bonde · h7 svart bonde · a6 svart bonde · c6 svart springare · f6 svart springare · e5 svart bonde · a4 vit löpare · e4 vit bonde · f3 vit springare · a2 vit bonde · b2 vit bonde · c2 vit bonde · d2 vit bonde · f2 vit bonde · g2 vit bonde · h2 vit bonde · a1 vit torn · b1 vit springare · c1 vit löpare · d1 vit drottning · f1 vit torn · g1 vit kung | a8 svart torn · c8 svart löpare · d8 svart drottning · e8 svart kung · f8 svart löpare · h8 svart torn · b7 svart bonde · c7 svart bonde · d7 svart bonde · f7 svart bonde · g7 svart bonde · h7 svart bonde · a6 svart bonde · c6 svart springare · f6 svart springare · e5 svart bonde · a4 vit löpare · e4 vit bonde · f3 vit springare · a2 vit bonde · b2 vit bonde · c2 vit bonde · d2 vit bonde · f2 vit bonde · g2 vit bonde · h2 vit bonde · a1 vit torn · b1 vit springare · c1 vit löpare · d1 vit drottning · f1 vit torn · g1 vit kung | a8 svart torn · c8 svart löpare · d8 svart drottning · e8 svart kung · f8 svart löpare · h8 svart torn · b7 svart bonde · c7 svart bonde · d7 svart bonde · f7 svart bonde · g7 svart bonde · h7 svart bonde · a6 svart bonde · c6 svart springare · f6 svart springare · e5 svart bonde · a4 vit löpare · e4 vit bonde · f3 vit springare · a2 vit bonde · b2 vit bonde · c2 vit bonde · d2 vit bonde · f2 vit bonde · g2 vit bonde · h2 vit bonde · a1 vit torn · b1 vit springare · c1 vit löpare · d1 vit drottning · f1 vit torn · g1 vit kung | a8 svart torn · c8 svart löpare · d8 svart drottning · e8 svart kung · f8 svart löpare · h8 svart torn · b7 svart bonde · c7 svart bonde · d7 svart bonde · f7 svart bonde · g7 svart bonde · h7 svart bonde · a6 svart bonde · c6 svart springare · f6 svart springare · e5 svart bonde · a4 vit löpare · e4 vit bonde · f3 vit springare · a2 vit bonde · b2 vit bonde · c2 vit bonde · d2 vit bonde · f2 vit bonde · g2 vit bonde · h2 vit bonde · a1 vit torn · b1 vit springare · c1 vit löpare · d1 vit drottning · f1 vit torn · g1 vit kung | 7 |
| 6 | a8 svart torn · c8 svart löpare · d8 svart drottning · e8 svart kung · f8 svart löpare · h8 svart torn · b7 svart bonde · c7 svart bonde · d7 svart bonde · f7 svart bonde · g7 svart bonde · h7 svart bonde · a6 svart bonde · c6 svart springare · f6 svart springare · e5 svart bonde · a4 vit löpare · e4 vit bonde · f3 vit springare · a2 vit bonde · b2 vit bonde · c2 vit bonde · d2 vit bonde · f2 vit bonde · g2 vit bonde · h2 vit bonde · a1 vit torn · b1 vit springare · c1 vit löpare · d1 vit drottning · f1 vit torn · g1 vit kung | a8 svart torn · c8 svart löpare · d8 svart drottning · e8 svart kung · f8 svart löpare · h8 svart torn · b7 svart bonde · c7 svart bonde · d7 svart bonde · f7 svart bonde · g7 svart bonde · h7 svart bonde · a6 svart bonde · c6 svart springare · f6 svart springare · e5 svart bonde · a4 vit löpare · e4 vit bonde · f3 vit springare · a2 vit bonde · b2 vit bonde · c2 vit bonde · d2 vit bonde · f2 vit bonde · g2 vit bonde · h2 vit bonde · a1 vit torn · b1 vit springare · c1 vit löpare · d1 vit drottning · f1 vit torn · g1 vit kung | a8 svart torn · c8 svart löpare · d8 svart drottning · e8 svart kung · f8 svart löpare · h8 svart torn · b7 svart bonde · c7 svart bonde · d7 svart bonde · f7 svart bonde · g7 svart bonde · h7 svart bonde · a6 svart bonde · c6 svart springare · f6 svart springare · e5 svart bonde · a4 vit löpare · e4 vit bonde · f3 vit springare · a2 vit bonde · b2 vit bonde · c2 vit bonde · d2 vit bonde · f2 vit bonde · g2 vit bonde · h2 vit bonde · a1 vit torn · b1 vit springare · c1 vit löpare · d1 vit drottning · f1 vit torn · g1 vit kung | a8 svart torn · c8 svart löpare · d8 svart drottning · e8 svart kung · f8 svart löpare · h8 svart torn · b7 svart bonde · c7 svart bonde · d7 svart bonde · f7 svart bonde · g7 svart bonde · h7 svart bonde · a6 svart bonde · c6 svart springare · f6 svart springare · e5 svart bonde · a4 vit löpare · e4 vit bonde · f3 vit springare · a2 vit bonde · b2 vit bonde · c2 vit bonde · d2 vit bonde · f2 vit bonde · g2 vit bonde · h2 vit bonde · a1 vit torn · b1 vit springare · c1 vit löpare · d1 vit drottning · f1 vit torn · g1 vit kung | a8 svart torn · c8 svart löpare · d8 svart drottning · e8 svart kung · f8 svart löpare · h8 svart torn · b7 svart bonde · c7 svart bonde · d7 svart bonde · f7 svart bonde · g7 svart bonde · h7 svart bonde · a6 svart bonde · c6 svart springare · f6 svart springare · e5 svart bonde · a4 vit löpare · e4 vit bonde · f3 vit springare · a2 vit bonde · b2 vit bonde · c2 vit bonde · d2 vit bonde · f2 vit bonde · g2 vit bonde · h2 vit bonde · a1 vit torn · b1 vit springare · c1 vit löpare · d1 vit drottning · f1 vit torn · g1 vit kung | a8 svart torn · c8 svart löpare · d8 svart drottning · e8 svart kung · f8 svart löpare · h8 svart torn · b7 svart bonde · c7 svart bonde · d7 svart bonde · f7 svart bonde · g7 svart bonde · h7 svart bonde · a6 svart bonde · c6 svart springare · f6 svart springare · e5 svart bonde · a4 vit löpare · e4 vit bonde · f3 vit springare · a2 vit bonde · b2 vit bonde · c2 vit bonde · d2 vit bonde · f2 vit bonde · g2 vit bonde · h2 vit bonde · a1 vit torn · b1 vit springare · c1 vit löpare · d1 vit drottning · f1 vit torn · g1 vit kung | a8 svart torn · c8 svart löpare · d8 svart drottning · e8 svart kung · f8 svart löpare · h8 svart torn · b7 svart bonde · c7 svart bonde · d7 svart bonde · f7 svart bonde · g7 svart bonde · h7 svart bonde · a6 svart bonde · c6 svart springare · f6 svart springare · e5 svart bonde · a4 vit löpare · e4 vit bonde · f3 vit springare · a2 vit bonde · b2 vit bonde · c2 vit bonde · d2 vit bonde · f2 vit bonde · g2 vit bonde · h2 vit bonde · a1 vit torn · b1 vit springare · c1 vit löpare · d1 vit drottning · f1 vit torn · g1 vit kung | a8 svart torn · c8 svart löpare · d8 svart drottning · e8 svart kung · f8 svart löpare · h8 svart torn · b7 svart bonde · c7 svart bonde · d7 svart bonde · f7 svart bonde · g7 svart bonde · h7 svart bonde · a6 svart bonde · c6 svart springare · f6 svart springare · e5 svart bonde · a4 vit löpare · e4 vit bonde · f3 vit springare · a2 vit bonde · b2 vit bonde · c2 vit bonde · d2 vit bonde · f2 vit bonde · g2 vit bonde · h2 vit bonde · a1 vit torn · b1 vit springare · c1 vit löpare · d1 vit drottning · f1 vit torn · g1 vit kung | 6 |
| 5 | a8 svart torn · c8 svart löpare · d8 svart drottning · e8 svart kung · f8 svart löpare · h8 svart torn · b7 svart bonde · c7 svart bonde · d7 svart bonde · f7 svart bonde · g7 svart bonde · h7 svart bonde · a6 svart bonde · c6 svart springare · f6 svart springare · e5 svart bonde · a4 vit löpare · e4 vit bonde · f3 vit springare · a2 vit bonde · b2 vit bonde · c2 vit bonde · d2 vit bonde · f2 vit bonde · g2 vit bonde · h2 vit bonde · a1 vit torn · b1 vit springare · c1 vit löpare · d1 vit drottning · f1 vit torn · g1 vit kung | a8 svart torn · c8 svart löpare · d8 svart drottning · e8 svart kung · f8 svart löpare · h8 svart torn · b7 svart bonde · c7 svart bonde · d7 svart bonde · f7 svart bonde · g7 svart bonde · h7 svart bonde · a6 svart bonde · c6 svart springare · f6 svart springare · e5 svart bonde · a4 vit löpare · e4 vit bonde · f3 vit springare · a2 vit bonde · b2 vit bonde · c2 vit bonde · d2 vit bonde · f2 vit bonde · g2 vit bonde · h2 vit bonde · a1 vit torn · b1 vit springare · c1 vit löpare · d1 vit drottning · f1 vit torn · g1 vit kung | a8 svart torn · c8 svart löpare · d8 svart drottning · e8 svart kung · f8 svart löpare · h8 svart torn · b7 svart bonde · c7 svart bonde · d7 svart bonde · f7 svart bonde · g7 svart bonde · h7 svart bonde · a6 svart bonde · c6 svart springare · f6 svart springare · e5 svart bonde · a4 vit löpare · e4 vit bonde · f3 vit springare · a2 vit bonde · b2 vit bonde · c2 vit bonde · d2 vit bonde · f2 vit bonde · g2 vit bonde · h2 vit bonde · a1 vit torn · b1 vit springare · c1 vit löpare · d1 vit drottning · f1 vit torn · g1 vit kung | a8 svart torn · c8 svart löpare · d8 svart drottning · e8 svart kung · f8 svart löpare · h8 svart torn · b7 svart bonde · c7 svart bonde · d7 svart bonde · f7 svart bonde · g7 svart bonde · h7 svart bonde · a6 svart bonde · c6 svart springare · f6 svart springare · e5 svart bonde · a4 vit löpare · e4 vit bonde · f3 vit springare · a2 vit bonde · b2 vit bonde · c2 vit bonde · d2 vit bonde · f2 vit bonde · g2 vit bonde · h2 vit bonde · a1 vit torn · b1 vit springare · c1 vit löpare · d1 vit drottning · f1 vit torn · g1 vit kung | a8 svart torn · c8 svart löpare · d8 svart drottning · e8 svart kung · f8 svart löpare · h8 svart torn · b7 svart bonde · c7 svart bonde · d7 svart bonde · f7 svart bonde · g7 svart bonde · h7 svart bonde · a6 svart bonde · c6 svart springare · f6 svart springare · e5 svart bonde · a4 vit löpare · e4 vit bonde · f3 vit springare · a2 vit bonde · b2 vit bonde · c2 vit bonde · d2 vit bonde · f2 vit bonde · g2 vit bonde · h2 vit bonde · a1 vit torn · b1 vit springare · c1 vit löpare · d1 vit drottning · f1 vit torn · g1 vit kung | a8 svart torn · c8 svart löpare · d8 svart drottning · e8 svart kung · f8 svart löpare · h8 svart torn · b7 svart bonde · c7 svart bonde · d7 svart bonde · f7 svart bonde · g7 svart bonde · h7 svart bonde · a6 svart bonde · c6 svart springare · f6 svart springare · e5 svart bonde · a4 vit löpare · e4 vit bonde · f3 vit springare · a2 vit bonde · b2 vit bonde · c2 vit bonde · d2 vit bonde · f2 vit bonde · g2 vit bonde · h2 vit bonde · a1 vit torn · b1 vit springare · c1 vit löpare · d1 vit drottning · f1 vit torn · g1 vit kung | a8 svart torn · c8 svart löpare · d8 svart drottning · e8 svart kung · f8 svart löpare · h8 svart torn · b7 svart bonde · c7 svart bonde · d7 svart bonde · f7 svart bonde · g7 svart bonde · h7 svart bonde · a6 svart bonde · c6 svart springare · f6 svart springare · e5 svart bonde · a4 vit löpare · e4 vit bonde · f3 vit springare · a2 vit bonde · b2 vit bonde · c2 vit bonde · d2 vit bonde · f2 vit bonde · g2 vit bonde · h2 vit bonde · a1 vit torn · b1 vit springare · c1 vit löpare · d1 vit drottning · f1 vit torn · g1 vit kung | a8 svart torn · c8 svart löpare · d8 svart drottning · e8 svart kung · f8 svart löpare · h8 svart torn · b7 svart bonde · c7 svart bonde · d7 svart bonde · f7 svart bonde · g7 svart bonde · h7 svart bonde · a6 svart bonde · c6 svart springare · f6 svart springare · e5 svart bonde · a4 vit löpare · e4 vit bonde · f3 vit springare · a2 vit bonde · b2 vit bonde · c2 vit bonde · d2 vit bonde · f2 vit bonde · g2 vit bonde · h2 vit bonde · a1 vit torn · b1 vit springare · c1 vit löpare · d1 vit drottning · f1 vit torn · g1 vit kung | 5 |
| 4 | a8 svart torn · c8 svart löpare · d8 svart drottning · e8 svart kung · f8 svart löpare · h8 svart torn · b7 svart bonde · c7 svart bonde · d7 svart bonde · f7 svart bonde · g7 svart bonde · h7 svart bonde · a6 svart bonde · c6 svart springare · f6 svart springare · e5 svart bonde · a4 vit löpare · e4 vit bonde · f3 vit springare · a2 vit bonde · b2 vit bonde · c2 vit bonde · d2 vit bonde · f2 vit bonde · g2 vit bonde · h2 vit bonde · a1 vit torn · b1 vit springare · c1 vit löpare · d1 vit drottning · f1 vit torn · g1 vit kung | a8 svart torn · c8 svart löpare · d8 svart drottning · e8 svart kung · f8 svart löpare · h8 svart torn · b7 svart bonde · c7 svart bonde · d7 svart bonde · f7 svart bonde · g7 svart bonde · h7 svart bonde · a6 svart bonde · c6 svart springare · f6 svart springare · e5 svart bonde · a4 vit löpare · e4 vit bonde · f3 vit springare · a2 vit bonde · b2 vit bonde · c2 vit bonde · d2 vit bonde · f2 vit bonde · g2 vit bonde · h2 vit bonde · a1 vit torn · b1 vit springare · c1 vit löpare · d1 vit drottning · f1 vit torn · g1 vit kung | a8 svart torn · c8 svart löpare · d8 svart drottning · e8 svart kung · f8 svart löpare · h8 svart torn · b7 svart bonde · c7 svart bonde · d7 svart bonde · f7 svart bonde · g7 svart bonde · h7 svart bonde · a6 svart bonde · c6 svart springare · f6 svart springare · e5 svart bonde · a4 vit löpare · e4 vit bonde · f3 vit springare · a2 vit bonde · b2 vit bonde · c2 vit bonde · d2 vit bonde · f2 vit bonde · g2 vit bonde · h2 vit bonde · a1 vit torn · b1 vit springare · c1 vit löpare · d1 vit drottning · f1 vit torn · g1 vit kung | a8 svart torn · c8 svart löpare · d8 svart drottning · e8 svart kung · f8 svart löpare · h8 svart torn · b7 svart bonde · c7 svart bonde · d7 svart bonde · f7 svart bonde · g7 svart bonde · h7 svart bonde · a6 svart bonde · c6 svart springare · f6 svart springare · e5 svart bonde · a4 vit löpare · e4 vit bonde · f3 vit springare · a2 vit bonde · b2 vit bonde · c2 vit bonde · d2 vit bonde · f2 vit bonde · g2 vit bonde · h2 vit bonde · a1 vit torn · b1 vit springare · c1 vit löpare · d1 vit drottning · f1 vit torn · g1 vit kung | a8 svart torn · c8 svart löpare · d8 svart drottning · e8 svart kung · f8 svart löpare · h8 svart torn · b7 svart bonde · c7 svart bonde · d7 svart bonde · f7 svart bonde · g7 svart bonde · h7 svart bonde · a6 svart bonde · c6 svart springare · f6 svart springare · e5 svart bonde · a4 vit löpare · e4 vit bonde · f3 vit springare · a2 vit bonde · b2 vit bonde · c2 vit bonde · d2 vit bonde · f2 vit bonde · g2 vit bonde · h2 vit bonde · a1 vit torn · b1 vit springare · c1 vit löpare · d1 vit drottning · f1 vit torn · g1 vit kung | a8 svart torn · c8 svart löpare · d8 svart drottning · e8 svart kung · f8 svart löpare · h8 svart torn · b7 svart bonde · c7 svart bonde · d7 svart bonde · f7 svart bonde · g7 svart bonde · h7 svart bonde · a6 svart bonde · c6 svart springare · f6 svart springare · e5 svart bonde · a4 vit löpare · e4 vit bonde · f3 vit springare · a2 vit bonde · b2 vit bonde · c2 vit bonde · d2 vit bonde · f2 vit bonde · g2 vit bonde · h2 vit bonde · a1 vit torn · b1 vit springare · c1 vit löpare · d1 vit drottning · f1 vit torn · g1 vit kung | a8 svart torn · c8 svart löpare · d8 svart drottning · e8 svart kung · f8 svart löpare · h8 svart torn · b7 svart bonde · c7 svart bonde · d7 svart bonde · f7 svart bonde · g7 svart bonde · h7 svart bonde · a6 svart bonde · c6 svart springare · f6 svart springare · e5 svart bonde · a4 vit löpare · e4 vit bonde · f3 vit springare · a2 vit bonde · b2 vit bonde · c2 vit bonde · d2 vit bonde · f2 vit bonde · g2 vit bonde · h2 vit bonde · a1 vit torn · b1 vit springare · c1 vit löpare · d1 vit drottning · f1 vit torn · g1 vit kung | a8 svart torn · c8 svart löpare · d8 svart drottning · e8 svart kung · f8 svart löpare · h8 svart torn · b7 svart bonde · c7 svart bonde · d7 svart bonde · f7 svart bonde · g7 svart bonde · h7 svart bonde · a6 svart bonde · c6 svart springare · f6 svart springare · e5 svart bonde · a4 vit löpare · e4 vit bonde · f3 vit springare · a2 vit bonde · b2 vit bonde · c2 vit bonde · d2 vit bonde · f2 vit bonde · g2 vit bonde · h2 vit bonde · a1 vit torn · b1 vit springare · c1 vit löpare · d1 vit drottning · f1 vit torn · g1 vit kung | 4 |
| 3 | a8 svart torn · c8 svart löpare · d8 svart drottning · e8 svart kung · f8 svart löpare · h8 svart torn · b7 svart bonde · c7 svart bonde · d7 svart bonde · f7 svart bonde · g7 svart bonde · h7 svart bonde · a6 svart bonde · c6 svart springare · f6 svart springare · e5 svart bonde · a4 vit löpare · e4 vit bonde · f3 vit springare · a2 vit bonde · b2 vit bonde · c2 vit bonde · d2 vit bonde · f2 vit bonde · g2 vit bonde · h2 vit bonde · a1 vit torn · b1 vit springare · c1 vit löpare · d1 vit drottning · f1 vit torn · g1 vit kung | a8 svart torn · c8 svart löpare · d8 svart drottning · e8 svart kung · f8 svart löpare · h8 svart torn · b7 svart bonde · c7 svart bonde · d7 svart bonde · f7 svart bonde · g7 svart bonde · h7 svart bonde · a6 svart bonde · c6 svart springare · f6 svart springare · e5 svart bonde · a4 vit löpare · e4 vit bonde · f3 vit springare · a2 vit bonde · b2 vit bonde · c2 vit bonde · d2 vit bonde · f2 vit bonde · g2 vit bonde · h2 vit bonde · a1 vit torn · b1 vit springare · c1 vit löpare · d1 vit drottning · f1 vit torn · g1 vit kung | a8 svart torn · c8 svart löpare · d8 svart drottning · e8 svart kung · f8 svart löpare · h8 svart torn · b7 svart bonde · c7 svart bonde · d7 svart bonde · f7 svart bonde · g7 svart bonde · h7 svart bonde · a6 svart bonde · c6 svart springare · f6 svart springare · e5 svart bonde · a4 vit löpare · e4 vit bonde · f3 vit springare · a2 vit bonde · b2 vit bonde · c2 vit bonde · d2 vit bonde · f2 vit bonde · g2 vit bonde · h2 vit bonde · a1 vit torn · b1 vit springare · c1 vit löpare · d1 vit drottning · f1 vit torn · g1 vit kung | a8 svart torn · c8 svart löpare · d8 svart drottning · e8 svart kung · f8 svart löpare · h8 svart torn · b7 svart bonde · c7 svart bonde · d7 svart bonde · f7 svart bonde · g7 svart bonde · h7 svart bonde · a6 svart bonde · c6 svart springare · f6 svart springare · e5 svart bonde · a4 vit löpare · e4 vit bonde · f3 vit springare · a2 vit bonde · b2 vit bonde · c2 vit bonde · d2 vit bonde · f2 vit bonde · g2 vit bonde · h2 vit bonde · a1 vit torn · b1 vit springare · c1 vit löpare · d1 vit drottning · f1 vit torn · g1 vit kung | a8 svart torn · c8 svart löpare · d8 svart drottning · e8 svart kung · f8 svart löpare · h8 svart torn · b7 svart bonde · c7 svart bonde · d7 svart bonde · f7 svart bonde · g7 svart bonde · h7 svart bonde · a6 svart bonde · c6 svart springare · f6 svart springare · e5 svart bonde · a4 vit löpare · e4 vit bonde · f3 vit springare · a2 vit bonde · b2 vit bonde · c2 vit bonde · d2 vit bonde · f2 vit bonde · g2 vit bonde · h2 vit bonde · a1 vit torn · b1 vit springare · c1 vit löpare · d1 vit drottning · f1 vit torn · g1 vit kung | a8 svart torn · c8 svart löpare · d8 svart drottning · e8 svart kung · f8 svart löpare · h8 svart torn · b7 svart bonde · c7 svart bonde · d7 svart bonde · f7 svart bonde · g7 svart bonde · h7 svart bonde · a6 svart bonde · c6 svart springare · f6 svart springare · e5 svart bonde · a4 vit löpare · e4 vit bonde · f3 vit springare · a2 vit bonde · b2 vit bonde · c2 vit bonde · d2 vit bonde · f2 vit bonde · g2 vit bonde · h2 vit bonde · a1 vit torn · b1 vit springare · c1 vit löpare · d1 vit drottning · f1 vit torn · g1 vit kung | a8 svart torn · c8 svart löpare · d8 svart drottning · e8 svart kung · f8 svart löpare · h8 svart torn · b7 svart bonde · c7 svart bonde · d7 svart bonde · f7 svart bonde · g7 svart bonde · h7 svart bonde · a6 svart bonde · c6 svart springare · f6 svart springare · e5 svart bonde · a4 vit löpare · e4 vit bonde · f3 vit springare · a2 vit bonde · b2 vit bonde · c2 vit bonde · d2 vit bonde · f2 vit bonde · g2 vit bonde · h2 vit bonde · a1 vit torn · b1 vit springare · c1 vit löpare · d1 vit drottning · f1 vit torn · g1 vit kung | a8 svart torn · c8 svart löpare · d8 svart drottning · e8 svart kung · f8 svart löpare · h8 svart torn · b7 svart bonde · c7 svart bonde · d7 svart bonde · f7 svart bonde · g7 svart bonde · h7 svart bonde · a6 svart bonde · c6 svart springare · f6 svart springare · e5 svart bonde · a4 vit löpare · e4 vit bonde · f3 vit springare · a2 vit bonde · b2 vit bonde · c2 vit bonde · d2 vit bonde · f2 vit bonde · g2 vit bonde · h2 vit bonde · a1 vit torn · b1 vit springare · c1 vit löpare · d1 vit drottning · f1 vit torn · g1 vit kung | 3 |
| 2 | a8 svart torn · c8 svart löpare · d8 svart drottning · e8 svart kung · f8 svart löpare · h8 svart torn · b7 svart bonde · c7 svart bonde · d7 svart bonde · f7 svart bonde · g7 svart bonde · h7 svart bonde · a6 svart bonde · c6 svart springare · f6 svart springare · e5 svart bonde · a4 vit löpare · e4 vit bonde · f3 vit springare · a2 vit bonde · b2 vit bonde · c2 vit bonde · d2 vit bonde · f2 vit bonde · g2 vit bonde · h2 vit bonde · a1 vit torn · b1 vit springare · c1 vit löpare · d1 vit drottning · f1 vit torn · g1 vit kung | a8 svart torn · c8 svart löpare · d8 svart drottning · e8 svart kung · f8 svart löpare · h8 svart torn · b7 svart bonde · c7 svart bonde · d7 svart bonde · f7 svart bonde · g7 svart bonde · h7 svart bonde · a6 svart bonde · c6 svart springare · f6 svart springare · e5 svart bonde · a4 vit löpare · e4 vit bonde · f3 vit springare · a2 vit bonde · b2 vit bonde · c2 vit bonde · d2 vit bonde · f2 vit bonde · g2 vit bonde · h2 vit bonde · a1 vit torn · b1 vit springare · c1 vit löpare · d1 vit drottning · f1 vit torn · g1 vit kung | a8 svart torn · c8 svart löpare · d8 svart drottning · e8 svart kung · f8 svart löpare · h8 svart torn · b7 svart bonde · c7 svart bonde · d7 svart bonde · f7 svart bonde · g7 svart bonde · h7 svart bonde · a6 svart bonde · c6 svart springare · f6 svart springare · e5 svart bonde · a4 vit löpare · e4 vit bonde · f3 vit springare · a2 vit bonde · b2 vit bonde · c2 vit bonde · d2 vit bonde · f2 vit bonde · g2 vit bonde · h2 vit bonde · a1 vit torn · b1 vit springare · c1 vit löpare · d1 vit drottning · f1 vit torn · g1 vit kung | a8 svart torn · c8 svart löpare · d8 svart drottning · e8 svart kung · f8 svart löpare · h8 svart torn · b7 svart bonde · c7 svart bonde · d7 svart bonde · f7 svart bonde · g7 svart bonde · h7 svart bonde · a6 svart bonde · c6 svart springare · f6 svart springare · e5 svart bonde · a4 vit löpare · e4 vit bonde · f3 vit springare · a2 vit bonde · b2 vit bonde · c2 vit bonde · d2 vit bonde · f2 vit bonde · g2 vit bonde · h2 vit bonde · a1 vit torn · b1 vit springare · c1 vit löpare · d1 vit drottning · f1 vit torn · g1 vit kung | a8 svart torn · c8 svart löpare · d8 svart drottning · e8 svart kung · f8 svart löpare · h8 svart torn · b7 svart bonde · c7 svart bonde · d7 svart bonde · f7 svart bonde · g7 svart bonde · h7 svart bonde · a6 svart bonde · c6 svart springare · f6 svart springare · e5 svart bonde · a4 vit löpare · e4 vit bonde · f3 vit springare · a2 vit bonde · b2 vit bonde · c2 vit bonde · d2 vit bonde · f2 vit bonde · g2 vit bonde · h2 vit bonde · a1 vit torn · b1 vit springare · c1 vit löpare · d1 vit drottning · f1 vit torn · g1 vit kung | a8 svart torn · c8 svart löpare · d8 svart drottning · e8 svart kung · f8 svart löpare · h8 svart torn · b7 svart bonde · c7 svart bonde · d7 svart bonde · f7 svart bonde · g7 svart bonde · h7 svart bonde · a6 svart bonde · c6 svart springare · f6 svart springare · e5 svart bonde · a4 vit löpare · e4 vit bonde · f3 vit springare · a2 vit bonde · b2 vit bonde · c2 vit bonde · d2 vit bonde · f2 vit bonde · g2 vit bonde · h2 vit bonde · a1 vit torn · b1 vit springare · c1 vit löpare · d1 vit drottning · f1 vit torn · g1 vit kung | a8 svart torn · c8 svart löpare · d8 svart drottning · e8 svart kung · f8 svart löpare · h8 svart torn · b7 svart bonde · c7 svart bonde · d7 svart bonde · f7 svart bonde · g7 svart bonde · h7 svart bonde · a6 svart bonde · c6 svart springare · f6 svart springare · e5 svart bonde · a4 vit löpare · e4 vit bonde · f3 vit springare · a2 vit bonde · b2 vit bonde · c2 vit bonde · d2 vit bonde · f2 vit bonde · g2 vit bonde · h2 vit bonde · a1 vit torn · b1 vit springare · c1 vit löpare · d1 vit drottning · f1 vit torn · g1 vit kung | a8 svart torn · c8 svart löpare · d8 svart drottning · e8 svart kung · f8 svart löpare · h8 svart torn · b7 svart bonde · c7 svart bonde · d7 svart bonde · f7 svart bonde · g7 svart bonde · h7 svart bonde · a6 svart bonde · c6 svart springare · f6 svart springare · e5 svart bonde · a4 vit löpare · e4 vit bonde · f3 vit springare · a2 vit bonde · b2 vit bonde · c2 vit bonde · d2 vit bonde · f2 vit bonde · g2 vit bonde · h2 vit bonde · a1 vit torn · b1 vit springare · c1 vit löpare · d1 vit drottning · f1 vit torn · g1 vit kung | 2 |
| 1 | a8 svart torn · c8 svart löpare · d8 svart drottning · e8 svart kung · f8 svart löpare · h8 svart torn · b7 svart bonde · c7 svart bonde · d7 svart bonde · f7 svart bonde · g7 svart bonde · h7 svart bonde · a6 svart bonde · c6 svart springare · f6 svart springare · e5 svart bonde · a4 vit löpare · e4 vit bonde · f3 vit springare · a2 vit bonde · b2 vit bonde · c2 vit bonde · d2 vit bonde · f2 vit bonde · g2 vit bonde · h2 vit bonde · a1 vit torn · b1 vit springare · c1 vit löpare · d1 vit drottning · f1 vit torn · g1 vit kung | a8 svart torn · c8 svart löpare · d8 svart drottning · e8 svart kung · f8 svart löpare · h8 svart torn · b7 svart bonde · c7 svart bonde · d7 svart bonde · f7 svart bonde · g7 svart bonde · h7 svart bonde · a6 svart bonde · c6 svart springare · f6 svart springare · e5 svart bonde · a4 vit löpare · e4 vit bonde · f3 vit springare · a2 vit bonde · b2 vit bonde · c2 vit bonde · d2 vit bonde · f2 vit bonde · g2 vit bonde · h2 vit bonde · a1 vit torn · b1 vit springare · c1 vit löpare · d1 vit drottning · f1 vit torn · g1 vit kung | a8 svart torn · c8 svart löpare · d8 svart drottning · e8 svart kung · f8 svart löpare · h8 svart torn · b7 svart bonde · c7 svart bonde · d7 svart bonde · f7 svart bonde · g7 svart bonde · h7 svart bonde · a6 svart bonde · c6 svart springare · f6 svart springare · e5 svart bonde · a4 vit löpare · e4 vit bonde · f3 vit springare · a2 vit bonde · b2 vit bonde · c2 vit bonde · d2 vit bonde · f2 vit bonde · g2 vit bonde · h2 vit bonde · a1 vit torn · b1 vit springare · c1 vit löpare · d1 vit drottning · f1 vit torn · g1 vit kung | a8 svart torn · c8 svart löpare · d8 svart drottning · e8 svart kung · f8 svart löpare · h8 svart torn · b7 svart bonde · c7 svart bonde · d7 svart bonde · f7 svart bonde · g7 svart bonde · h7 svart bonde · a6 svart bonde · c6 svart springare · f6 svart springare · e5 svart bonde · a4 vit löpare · e4 vit bonde · f3 vit springare · a2 vit bonde · b2 vit bonde · c2 vit bonde · d2 vit bonde · f2 vit bonde · g2 vit bonde · h2 vit bonde · a1 vit torn · b1 vit springare · c1 vit löpare · d1 vit drottning · f1 vit torn · g1 vit kung | a8 svart torn · c8 svart löpare · d8 svart drottning · e8 svart kung · f8 svart löpare · h8 svart torn · b7 svart bonde · c7 svart bonde · d7 svart bonde · f7 svart bonde · g7 svart bonde · h7 svart bonde · a6 svart bonde · c6 svart springare · f6 svart springare · e5 svart bonde · a4 vit löpare · e4 vit bonde · f3 vit springare · a2 vit bonde · b2 vit bonde · c2 vit bonde · d2 vit bonde · f2 vit bonde · g2 vit bonde · h2 vit bonde · a1 vit torn · b1 vit springare · c1 vit löpare · d1 vit drottning · f1 vit torn · g1 vit kung | a8 svart torn · c8 svart löpare · d8 svart drottning · e8 svart kung · f8 svart löpare · h8 svart torn · b7 svart bonde · c7 svart bonde · d7 svart bonde · f7 svart bonde · g7 svart bonde · h7 svart bonde · a6 svart bonde · c6 svart springare · f6 svart springare · e5 svart bonde · a4 vit löpare · e4 vit bonde · f3 vit springare · a2 vit bonde · b2 vit bonde · c2 vit bonde · d2 vit bonde · f2 vit bonde · g2 vit bonde · h2 vit bonde · a1 vit torn · b1 vit springare · c1 vit löpare · d1 vit drottning · f1 vit torn · g1 vit kung | a8 svart torn · c8 svart löpare · d8 svart drottning · e8 svart kung · f8 svart löpare · h8 svart torn · b7 svart bonde · c7 svart bonde · d7 svart bonde · f7 svart bonde · g7 svart bonde · h7 svart bonde · a6 svart bonde · c6 svart springare · f6 svart springare · e5 svart bonde · a4 vit löpare · e4 vit bonde · f3 vit springare · a2 vit bonde · b2 vit bonde · c2 vit bonde · d2 vit bonde · f2 vit bonde · g2 vit bonde · h2 vit bonde · a1 vit torn · b1 vit springare · c1 vit löpare · d1 vit drottning · f1 vit torn · g1 vit kung | a8 svart torn · c8 svart löpare · d8 svart drottning · e8 svart kung · f8 svart löpare · h8 svart torn · b7 svart bonde · c7 svart bonde · d7 svart bonde · f7 svart bonde · g7 svart bonde · h7 svart bonde · a6 svart bonde · c6 svart springare · f6 svart springare · e5 svart bonde · a4 vit löpare · e4 vit bonde · f3 vit springare · a2 vit bonde · b2 vit bonde · c2 vit bonde · d2 vit bonde · f2 vit bonde · g2 vit bonde · h2 vit bonde · a1 vit torn · b1 vit springare · c1 vit löpare · d1 vit drottning · f1 vit torn · g1 vit kung | 1 |
|   | a | b | c | d | e | f | g | h |   |

C80 Spanskt, öppet
1.e4 e5 2.Sf3 Sc6 3.Lb5 a6 4.La4 Sf6 5.0-0 Sxe4
C81 Spanskt, öppet, Howellangreppet
1.e4 e5 2.Sf3 Sc6 3.Lb5 a6 4.La4 Sf6 5.0-0 Sxe4 6.d4 b5 7.Lb3 d5 8.dxe5 Le6
C82 Spanskt, öppet
1.e4 e5 2.Sf3 Sc6 3.Lb5 a6 4.La4 Sf6 5.0-0 Sxe4 6.d4 b5 7.Lb3 d5 8.dxe5 Le6 9.c3
C83 Spanskt, öppet
1.e4 e5 2.Sf3 Sc6 3.Lb5 a6 4.La4 Sf6 5.0-0 Sxe4 6.d4 b5 7.Lb3 d5 8.dxe5 Le6
C84 Spanskt, slutet
1.e4 e5 2.Sf3 Sc6 3.Lb5 a6 4.La4 Sf6 5.0-0 Le7
C85 Spanskt, avbytesvarianten, fördröjd
1.e4 e5 2.Sf3 Sc6 3.Lb5 a6 4.La4 Sf6 5.0-0 Le7 6.Lxc6
C86 Spanskt, Worrallvarianten
1.e4 e5 2.Sf3 Sc6 3.Lb5 a6 4.La4 Sf6 5.0-0 Le7 6.De2
C87 Spanskt
1.e4 e5 2.Sf3 Sc6 3.Lb5 a6 4.La4 Sf6 5.0-0 Le7 6.Te1 d6
C88 Spanskt
1.e4 e5 2.Sf3 Sc6 3.Lb5 a6 4.La4 Sf6 5.0-0 Le7 6.Te1 b5 7.Lb3
C89 Spanskt, Marshallangreppet
1.e4 e5 2.Sf3 Sc6 3.Lb5 a6 4.La4 Sf6 5.0-0 Le7 6.Te1 b5 7.Lb3 0-0 8.c3 d5
|   | a | b | c | d | e | f | g | h |   |
| 8 | a8 svart torn · c8 svart löpare · d8 svart drottning · e8 svart kung · h8 svart torn · c7 svart bonde · e7 svart löpare · f7 svart bonde · g7 svart bonde · h7 svart bonde · a6 svart bonde · c6 svart springare · d6 svart bonde · f6 svart springare · b5 svart bonde · e5 svart bonde · e4 vit bonde · b3 vit löpare · f3 vit springare · a2 vit bonde · b2 vit bonde · c2 vit bonde · d2 vit bonde · f2 vit bonde · g2 vit bonde · h2 vit bonde · a1 vit torn · b1 vit springare · c1 vit löpare · d1 vit drottning · e1 vit torn · g1 vit kung | a8 svart torn · c8 svart löpare · d8 svart drottning · e8 svart kung · h8 svart torn · c7 svart bonde · e7 svart löpare · f7 svart bonde · g7 svart bonde · h7 svart bonde · a6 svart bonde · c6 svart springare · d6 svart bonde · f6 svart springare · b5 svart bonde · e5 svart bonde · e4 vit bonde · b3 vit löpare · f3 vit springare · a2 vit bonde · b2 vit bonde · c2 vit bonde · d2 vit bonde · f2 vit bonde · g2 vit bonde · h2 vit bonde · a1 vit torn · b1 vit springare · c1 vit löpare · d1 vit drottning · e1 vit torn · g1 vit kung | a8 svart torn · c8 svart löpare · d8 svart drottning · e8 svart kung · h8 svart torn · c7 svart bonde · e7 svart löpare · f7 svart bonde · g7 svart bonde · h7 svart bonde · a6 svart bonde · c6 svart springare · d6 svart bonde · f6 svart springare · b5 svart bonde · e5 svart bonde · e4 vit bonde · b3 vit löpare · f3 vit springare · a2 vit bonde · b2 vit bonde · c2 vit bonde · d2 vit bonde · f2 vit bonde · g2 vit bonde · h2 vit bonde · a1 vit torn · b1 vit springare · c1 vit löpare · d1 vit drottning · e1 vit torn · g1 vit kung | a8 svart torn · c8 svart löpare · d8 svart drottning · e8 svart kung · h8 svart torn · c7 svart bonde · e7 svart löpare · f7 svart bonde · g7 svart bonde · h7 svart bonde · a6 svart bonde · c6 svart springare · d6 svart bonde · f6 svart springare · b5 svart bonde · e5 svart bonde · e4 vit bonde · b3 vit löpare · f3 vit springare · a2 vit bonde · b2 vit bonde · c2 vit bonde · d2 vit bonde · f2 vit bonde · g2 vit bonde · h2 vit bonde · a1 vit torn · b1 vit springare · c1 vit löpare · d1 vit drottning · e1 vit torn · g1 vit kung | a8 svart torn · c8 svart löpare · d8 svart drottning · e8 svart kung · h8 svart torn · c7 svart bonde · e7 svart löpare · f7 svart bonde · g7 svart bonde · h7 svart bonde · a6 svart bonde · c6 svart springare · d6 svart bonde · f6 svart springare · b5 svart bonde · e5 svart bonde · e4 vit bonde · b3 vit löpare · f3 vit springare · a2 vit bonde · b2 vit bonde · c2 vit bonde · d2 vit bonde · f2 vit bonde · g2 vit bonde · h2 vit bonde · a1 vit torn · b1 vit springare · c1 vit löpare · d1 vit drottning · e1 vit torn · g1 vit kung | a8 svart torn · c8 svart löpare · d8 svart drottning · e8 svart kung · h8 svart torn · c7 svart bonde · e7 svart löpare · f7 svart bonde · g7 svart bonde · h7 svart bonde · a6 svart bonde · c6 svart springare · d6 svart bonde · f6 svart springare · b5 svart bonde · e5 svart bonde · e4 vit bonde · b3 vit löpare · f3 vit springare · a2 vit bonde · b2 vit bonde · c2 vit bonde · d2 vit bonde · f2 vit bonde · g2 vit bonde · h2 vit bonde · a1 vit torn · b1 vit springare · c1 vit löpare · d1 vit drottning · e1 vit torn · g1 vit kung | a8 svart torn · c8 svart löpare · d8 svart drottning · e8 svart kung · h8 svart torn · c7 svart bonde · e7 svart löpare · f7 svart bonde · g7 svart bonde · h7 svart bonde · a6 svart bonde · c6 svart springare · d6 svart bonde · f6 svart springare · b5 svart bonde · e5 svart bonde · e4 vit bonde · b3 vit löpare · f3 vit springare · a2 vit bonde · b2 vit bonde · c2 vit bonde · d2 vit bonde · f2 vit bonde · g2 vit bonde · h2 vit bonde · a1 vit torn · b1 vit springare · c1 vit löpare · d1 vit drottning · e1 vit torn · g1 vit kung | a8 svart torn · c8 svart löpare · d8 svart drottning · e8 svart kung · h8 svart torn · c7 svart bonde · e7 svart löpare · f7 svart bonde · g7 svart bonde · h7 svart bonde · a6 svart bonde · c6 svart springare · d6 svart bonde · f6 svart springare · b5 svart bonde · e5 svart bonde · e4 vit bonde · b3 vit löpare · f3 vit springare · a2 vit bonde · b2 vit bonde · c2 vit bonde · d2 vit bonde · f2 vit bonde · g2 vit bonde · h2 vit bonde · a1 vit torn · b1 vit springare · c1 vit löpare · d1 vit drottning · e1 vit torn · g1 vit kung | 8 |
| 7 | a8 svart torn · c8 svart löpare · d8 svart drottning · e8 svart kung · h8 svart torn · c7 svart bonde · e7 svart löpare · f7 svart bonde · g7 svart bonde · h7 svart bonde · a6 svart bonde · c6 svart springare · d6 svart bonde · f6 svart springare · b5 svart bonde · e5 svart bonde · e4 vit bonde · b3 vit löpare · f3 vit springare · a2 vit bonde · b2 vit bonde · c2 vit bonde · d2 vit bonde · f2 vit bonde · g2 vit bonde · h2 vit bonde · a1 vit torn · b1 vit springare · c1 vit löpare · d1 vit drottning · e1 vit torn · g1 vit kung | a8 svart torn · c8 svart löpare · d8 svart drottning · e8 svart kung · h8 svart torn · c7 svart bonde · e7 svart löpare · f7 svart bonde · g7 svart bonde · h7 svart bonde · a6 svart bonde · c6 svart springare · d6 svart bonde · f6 svart springare · b5 svart bonde · e5 svart bonde · e4 vit bonde · b3 vit löpare · f3 vit springare · a2 vit bonde · b2 vit bonde · c2 vit bonde · d2 vit bonde · f2 vit bonde · g2 vit bonde · h2 vit bonde · a1 vit torn · b1 vit springare · c1 vit löpare · d1 vit drottning · e1 vit torn · g1 vit kung | a8 svart torn · c8 svart löpare · d8 svart drottning · e8 svart kung · h8 svart torn · c7 svart bonde · e7 svart löpare · f7 svart bonde · g7 svart bonde · h7 svart bonde · a6 svart bonde · c6 svart springare · d6 svart bonde · f6 svart springare · b5 svart bonde · e5 svart bonde · e4 vit bonde · b3 vit löpare · f3 vit springare · a2 vit bonde · b2 vit bonde · c2 vit bonde · d2 vit bonde · f2 vit bonde · g2 vit bonde · h2 vit bonde · a1 vit torn · b1 vit springare · c1 vit löpare · d1 vit drottning · e1 vit torn · g1 vit kung | a8 svart torn · c8 svart löpare · d8 svart drottning · e8 svart kung · h8 svart torn · c7 svart bonde · e7 svart löpare · f7 svart bonde · g7 svart bonde · h7 svart bonde · a6 svart bonde · c6 svart springare · d6 svart bonde · f6 svart springare · b5 svart bonde · e5 svart bonde · e4 vit bonde · b3 vit löpare · f3 vit springare · a2 vit bonde · b2 vit bonde · c2 vit bonde · d2 vit bonde · f2 vit bonde · g2 vit bonde · h2 vit bonde · a1 vit torn · b1 vit springare · c1 vit löpare · d1 vit drottning · e1 vit torn · g1 vit kung | a8 svart torn · c8 svart löpare · d8 svart drottning · e8 svart kung · h8 svart torn · c7 svart bonde · e7 svart löpare · f7 svart bonde · g7 svart bonde · h7 svart bonde · a6 svart bonde · c6 svart springare · d6 svart bonde · f6 svart springare · b5 svart bonde · e5 svart bonde · e4 vit bonde · b3 vit löpare · f3 vit springare · a2 vit bonde · b2 vit bonde · c2 vit bonde · d2 vit bonde · f2 vit bonde · g2 vit bonde · h2 vit bonde · a1 vit torn · b1 vit springare · c1 vit löpare · d1 vit drottning · e1 vit torn · g1 vit kung | a8 svart torn · c8 svart löpare · d8 svart drottning · e8 svart kung · h8 svart torn · c7 svart bonde · e7 svart löpare · f7 svart bonde · g7 svart bonde · h7 svart bonde · a6 svart bonde · c6 svart springare · d6 svart bonde · f6 svart springare · b5 svart bonde · e5 svart bonde · e4 vit bonde · b3 vit löpare · f3 vit springare · a2 vit bonde · b2 vit bonde · c2 vit bonde · d2 vit bonde · f2 vit bonde · g2 vit bonde · h2 vit bonde · a1 vit torn · b1 vit springare · c1 vit löpare · d1 vit drottning · e1 vit torn · g1 vit kung | a8 svart torn · c8 svart löpare · d8 svart drottning · e8 svart kung · h8 svart torn · c7 svart bonde · e7 svart löpare · f7 svart bonde · g7 svart bonde · h7 svart bonde · a6 svart bonde · c6 svart springare · d6 svart bonde · f6 svart springare · b5 svart bonde · e5 svart bonde · e4 vit bonde · b3 vit löpare · f3 vit springare · a2 vit bonde · b2 vit bonde · c2 vit bonde · d2 vit bonde · f2 vit bonde · g2 vit bonde · h2 vit bonde · a1 vit torn · b1 vit springare · c1 vit löpare · d1 vit drottning · e1 vit torn · g1 vit kung | a8 svart torn · c8 svart löpare · d8 svart drottning · e8 svart kung · h8 svart torn · c7 svart bonde · e7 svart löpare · f7 svart bonde · g7 svart bonde · h7 svart bonde · a6 svart bonde · c6 svart springare · d6 svart bonde · f6 svart springare · b5 svart bonde · e5 svart bonde · e4 vit bonde · b3 vit löpare · f3 vit springare · a2 vit bonde · b2 vit bonde · c2 vit bonde · d2 vit bonde · f2 vit bonde · g2 vit bonde · h2 vit bonde · a1 vit torn · b1 vit springare · c1 vit löpare · d1 vit drottning · e1 vit torn · g1 vit kung | 7 |
| 6 | a8 svart torn · c8 svart löpare · d8 svart drottning · e8 svart kung · h8 svart torn · c7 svart bonde · e7 svart löpare · f7 svart bonde · g7 svart bonde · h7 svart bonde · a6 svart bonde · c6 svart springare · d6 svart bonde · f6 svart springare · b5 svart bonde · e5 svart bonde · e4 vit bonde · b3 vit löpare · f3 vit springare · a2 vit bonde · b2 vit bonde · c2 vit bonde · d2 vit bonde · f2 vit bonde · g2 vit bonde · h2 vit bonde · a1 vit torn · b1 vit springare · c1 vit löpare · d1 vit drottning · e1 vit torn · g1 vit kung | a8 svart torn · c8 svart löpare · d8 svart drottning · e8 svart kung · h8 svart torn · c7 svart bonde · e7 svart löpare · f7 svart bonde · g7 svart bonde · h7 svart bonde · a6 svart bonde · c6 svart springare · d6 svart bonde · f6 svart springare · b5 svart bonde · e5 svart bonde · e4 vit bonde · b3 vit löpare · f3 vit springare · a2 vit bonde · b2 vit bonde · c2 vit bonde · d2 vit bonde · f2 vit bonde · g2 vit bonde · h2 vit bonde · a1 vit torn · b1 vit springare · c1 vit löpare · d1 vit drottning · e1 vit torn · g1 vit kung | a8 svart torn · c8 svart löpare · d8 svart drottning · e8 svart kung · h8 svart torn · c7 svart bonde · e7 svart löpare · f7 svart bonde · g7 svart bonde · h7 svart bonde · a6 svart bonde · c6 svart springare · d6 svart bonde · f6 svart springare · b5 svart bonde · e5 svart bonde · e4 vit bonde · b3 vit löpare · f3 vit springare · a2 vit bonde · b2 vit bonde · c2 vit bonde · d2 vit bonde · f2 vit bonde · g2 vit bonde · h2 vit bonde · a1 vit torn · b1 vit springare · c1 vit löpare · d1 vit drottning · e1 vit torn · g1 vit kung | a8 svart torn · c8 svart löpare · d8 svart drottning · e8 svart kung · h8 svart torn · c7 svart bonde · e7 svart löpare · f7 svart bonde · g7 svart bonde · h7 svart bonde · a6 svart bonde · c6 svart springare · d6 svart bonde · f6 svart springare · b5 svart bonde · e5 svart bonde · e4 vit bonde · b3 vit löpare · f3 vit springare · a2 vit bonde · b2 vit bonde · c2 vit bonde · d2 vit bonde · f2 vit bonde · g2 vit bonde · h2 vit bonde · a1 vit torn · b1 vit springare · c1 vit löpare · d1 vit drottning · e1 vit torn · g1 vit kung | a8 svart torn · c8 svart löpare · d8 svart drottning · e8 svart kung · h8 svart torn · c7 svart bonde · e7 svart löpare · f7 svart bonde · g7 svart bonde · h7 svart bonde · a6 svart bonde · c6 svart springare · d6 svart bonde · f6 svart springare · b5 svart bonde · e5 svart bonde · e4 vit bonde · b3 vit löpare · f3 vit springare · a2 vit bonde · b2 vit bonde · c2 vit bonde · d2 vit bonde · f2 vit bonde · g2 vit bonde · h2 vit bonde · a1 vit torn · b1 vit springare · c1 vit löpare · d1 vit drottning · e1 vit torn · g1 vit kung | a8 svart torn · c8 svart löpare · d8 svart drottning · e8 svart kung · h8 svart torn · c7 svart bonde · e7 svart löpare · f7 svart bonde · g7 svart bonde · h7 svart bonde · a6 svart bonde · c6 svart springare · d6 svart bonde · f6 svart springare · b5 svart bonde · e5 svart bonde · e4 vit bonde · b3 vit löpare · f3 vit springare · a2 vit bonde · b2 vit bonde · c2 vit bonde · d2 vit bonde · f2 vit bonde · g2 vit bonde · h2 vit bonde · a1 vit torn · b1 vit springare · c1 vit löpare · d1 vit drottning · e1 vit torn · g1 vit kung | a8 svart torn · c8 svart löpare · d8 svart drottning · e8 svart kung · h8 svart torn · c7 svart bonde · e7 svart löpare · f7 svart bonde · g7 svart bonde · h7 svart bonde · a6 svart bonde · c6 svart springare · d6 svart bonde · f6 svart springare · b5 svart bonde · e5 svart bonde · e4 vit bonde · b3 vit löpare · f3 vit springare · a2 vit bonde · b2 vit bonde · c2 vit bonde · d2 vit bonde · f2 vit bonde · g2 vit bonde · h2 vit bonde · a1 vit torn · b1 vit springare · c1 vit löpare · d1 vit drottning · e1 vit torn · g1 vit kung | a8 svart torn · c8 svart löpare · d8 svart drottning · e8 svart kung · h8 svart torn · c7 svart bonde · e7 svart löpare · f7 svart bonde · g7 svart bonde · h7 svart bonde · a6 svart bonde · c6 svart springare · d6 svart bonde · f6 svart springare · b5 svart bonde · e5 svart bonde · e4 vit bonde · b3 vit löpare · f3 vit springare · a2 vit bonde · b2 vit bonde · c2 vit bonde · d2 vit bonde · f2 vit bonde · g2 vit bonde · h2 vit bonde · a1 vit torn · b1 vit springare · c1 vit löpare · d1 vit drottning · e1 vit torn · g1 vit kung | 6 |
| 5 | a8 svart torn · c8 svart löpare · d8 svart drottning · e8 svart kung · h8 svart torn · c7 svart bonde · e7 svart löpare · f7 svart bonde · g7 svart bonde · h7 svart bonde · a6 svart bonde · c6 svart springare · d6 svart bonde · f6 svart springare · b5 svart bonde · e5 svart bonde · e4 vit bonde · b3 vit löpare · f3 vit springare · a2 vit bonde · b2 vit bonde · c2 vit bonde · d2 vit bonde · f2 vit bonde · g2 vit bonde · h2 vit bonde · a1 vit torn · b1 vit springare · c1 vit löpare · d1 vit drottning · e1 vit torn · g1 vit kung | a8 svart torn · c8 svart löpare · d8 svart drottning · e8 svart kung · h8 svart torn · c7 svart bonde · e7 svart löpare · f7 svart bonde · g7 svart bonde · h7 svart bonde · a6 svart bonde · c6 svart springare · d6 svart bonde · f6 svart springare · b5 svart bonde · e5 svart bonde · e4 vit bonde · b3 vit löpare · f3 vit springare · a2 vit bonde · b2 vit bonde · c2 vit bonde · d2 vit bonde · f2 vit bonde · g2 vit bonde · h2 vit bonde · a1 vit torn · b1 vit springare · c1 vit löpare · d1 vit drottning · e1 vit torn · g1 vit kung | a8 svart torn · c8 svart löpare · d8 svart drottning · e8 svart kung · h8 svart torn · c7 svart bonde · e7 svart löpare · f7 svart bonde · g7 svart bonde · h7 svart bonde · a6 svart bonde · c6 svart springare · d6 svart bonde · f6 svart springare · b5 svart bonde · e5 svart bonde · e4 vit bonde · b3 vit löpare · f3 vit springare · a2 vit bonde · b2 vit bonde · c2 vit bonde · d2 vit bonde · f2 vit bonde · g2 vit bonde · h2 vit bonde · a1 vit torn · b1 vit springare · c1 vit löpare · d1 vit drottning · e1 vit torn · g1 vit kung | a8 svart torn · c8 svart löpare · d8 svart drottning · e8 svart kung · h8 svart torn · c7 svart bonde · e7 svart löpare · f7 svart bonde · g7 svart bonde · h7 svart bonde · a6 svart bonde · c6 svart springare · d6 svart bonde · f6 svart springare · b5 svart bonde · e5 svart bonde · e4 vit bonde · b3 vit löpare · f3 vit springare · a2 vit bonde · b2 vit bonde · c2 vit bonde · d2 vit bonde · f2 vit bonde · g2 vit bonde · h2 vit bonde · a1 vit torn · b1 vit springare · c1 vit löpare · d1 vit drottning · e1 vit torn · g1 vit kung | a8 svart torn · c8 svart löpare · d8 svart drottning · e8 svart kung · h8 svart torn · c7 svart bonde · e7 svart löpare · f7 svart bonde · g7 svart bonde · h7 svart bonde · a6 svart bonde · c6 svart springare · d6 svart bonde · f6 svart springare · b5 svart bonde · e5 svart bonde · e4 vit bonde · b3 vit löpare · f3 vit springare · a2 vit bonde · b2 vit bonde · c2 vit bonde · d2 vit bonde · f2 vit bonde · g2 vit bonde · h2 vit bonde · a1 vit torn · b1 vit springare · c1 vit löpare · d1 vit drottning · e1 vit torn · g1 vit kung | a8 svart torn · c8 svart löpare · d8 svart drottning · e8 svart kung · h8 svart torn · c7 svart bonde · e7 svart löpare · f7 svart bonde · g7 svart bonde · h7 svart bonde · a6 svart bonde · c6 svart springare · d6 svart bonde · f6 svart springare · b5 svart bonde · e5 svart bonde · e4 vit bonde · b3 vit löpare · f3 vit springare · a2 vit bonde · b2 vit bonde · c2 vit bonde · d2 vit bonde · f2 vit bonde · g2 vit bonde · h2 vit bonde · a1 vit torn · b1 vit springare · c1 vit löpare · d1 vit drottning · e1 vit torn · g1 vit kung | a8 svart torn · c8 svart löpare · d8 svart drottning · e8 svart kung · h8 svart torn · c7 svart bonde · e7 svart löpare · f7 svart bonde · g7 svart bonde · h7 svart bonde · a6 svart bonde · c6 svart springare · d6 svart bonde · f6 svart springare · b5 svart bonde · e5 svart bonde · e4 vit bonde · b3 vit löpare · f3 vit springare · a2 vit bonde · b2 vit bonde · c2 vit bonde · d2 vit bonde · f2 vit bonde · g2 vit bonde · h2 vit bonde · a1 vit torn · b1 vit springare · c1 vit löpare · d1 vit drottning · e1 vit torn · g1 vit kung | a8 svart torn · c8 svart löpare · d8 svart drottning · e8 svart kung · h8 svart torn · c7 svart bonde · e7 svart löpare · f7 svart bonde · g7 svart bonde · h7 svart bonde · a6 svart bonde · c6 svart springare · d6 svart bonde · f6 svart springare · b5 svart bonde · e5 svart bonde · e4 vit bonde · b3 vit löpare · f3 vit springare · a2 vit bonde · b2 vit bonde · c2 vit bonde · d2 vit bonde · f2 vit bonde · g2 vit bonde · h2 vit bonde · a1 vit torn · b1 vit springare · c1 vit löpare · d1 vit drottning · e1 vit torn · g1 vit kung | 5 |
| 4 | a8 svart torn · c8 svart löpare · d8 svart drottning · e8 svart kung · h8 svart torn · c7 svart bonde · e7 svart löpare · f7 svart bonde · g7 svart bonde · h7 svart bonde · a6 svart bonde · c6 svart springare · d6 svart bonde · f6 svart springare · b5 svart bonde · e5 svart bonde · e4 vit bonde · b3 vit löpare · f3 vit springare · a2 vit bonde · b2 vit bonde · c2 vit bonde · d2 vit bonde · f2 vit bonde · g2 vit bonde · h2 vit bonde · a1 vit torn · b1 vit springare · c1 vit löpare · d1 vit drottning · e1 vit torn · g1 vit kung | a8 svart torn · c8 svart löpare · d8 svart drottning · e8 svart kung · h8 svart torn · c7 svart bonde · e7 svart löpare · f7 svart bonde · g7 svart bonde · h7 svart bonde · a6 svart bonde · c6 svart springare · d6 svart bonde · f6 svart springare · b5 svart bonde · e5 svart bonde · e4 vit bonde · b3 vit löpare · f3 vit springare · a2 vit bonde · b2 vit bonde · c2 vit bonde · d2 vit bonde · f2 vit bonde · g2 vit bonde · h2 vit bonde · a1 vit torn · b1 vit springare · c1 vit löpare · d1 vit drottning · e1 vit torn · g1 vit kung | a8 svart torn · c8 svart löpare · d8 svart drottning · e8 svart kung · h8 svart torn · c7 svart bonde · e7 svart löpare · f7 svart bonde · g7 svart bonde · h7 svart bonde · a6 svart bonde · c6 svart springare · d6 svart bonde · f6 svart springare · b5 svart bonde · e5 svart bonde · e4 vit bonde · b3 vit löpare · f3 vit springare · a2 vit bonde · b2 vit bonde · c2 vit bonde · d2 vit bonde · f2 vit bonde · g2 vit bonde · h2 vit bonde · a1 vit torn · b1 vit springare · c1 vit löpare · d1 vit drottning · e1 vit torn · g1 vit kung | a8 svart torn · c8 svart löpare · d8 svart drottning · e8 svart kung · h8 svart torn · c7 svart bonde · e7 svart löpare · f7 svart bonde · g7 svart bonde · h7 svart bonde · a6 svart bonde · c6 svart springare · d6 svart bonde · f6 svart springare · b5 svart bonde · e5 svart bonde · e4 vit bonde · b3 vit löpare · f3 vit springare · a2 vit bonde · b2 vit bonde · c2 vit bonde · d2 vit bonde · f2 vit bonde · g2 vit bonde · h2 vit bonde · a1 vit torn · b1 vit springare · c1 vit löpare · d1 vit drottning · e1 vit torn · g1 vit kung | a8 svart torn · c8 svart löpare · d8 svart drottning · e8 svart kung · h8 svart torn · c7 svart bonde · e7 svart löpare · f7 svart bonde · g7 svart bonde · h7 svart bonde · a6 svart bonde · c6 svart springare · d6 svart bonde · f6 svart springare · b5 svart bonde · e5 svart bonde · e4 vit bonde · b3 vit löpare · f3 vit springare · a2 vit bonde · b2 vit bonde · c2 vit bonde · d2 vit bonde · f2 vit bonde · g2 vit bonde · h2 vit bonde · a1 vit torn · b1 vit springare · c1 vit löpare · d1 vit drottning · e1 vit torn · g1 vit kung | a8 svart torn · c8 svart löpare · d8 svart drottning · e8 svart kung · h8 svart torn · c7 svart bonde · e7 svart löpare · f7 svart bonde · g7 svart bonde · h7 svart bonde · a6 svart bonde · c6 svart springare · d6 svart bonde · f6 svart springare · b5 svart bonde · e5 svart bonde · e4 vit bonde · b3 vit löpare · f3 vit springare · a2 vit bonde · b2 vit bonde · c2 vit bonde · d2 vit bonde · f2 vit bonde · g2 vit bonde · h2 vit bonde · a1 vit torn · b1 vit springare · c1 vit löpare · d1 vit drottning · e1 vit torn · g1 vit kung | a8 svart torn · c8 svart löpare · d8 svart drottning · e8 svart kung · h8 svart torn · c7 svart bonde · e7 svart löpare · f7 svart bonde · g7 svart bonde · h7 svart bonde · a6 svart bonde · c6 svart springare · d6 svart bonde · f6 svart springare · b5 svart bonde · e5 svart bonde · e4 vit bonde · b3 vit löpare · f3 vit springare · a2 vit bonde · b2 vit bonde · c2 vit bonde · d2 vit bonde · f2 vit bonde · g2 vit bonde · h2 vit bonde · a1 vit torn · b1 vit springare · c1 vit löpare · d1 vit drottning · e1 vit torn · g1 vit kung | a8 svart torn · c8 svart löpare · d8 svart drottning · e8 svart kung · h8 svart torn · c7 svart bonde · e7 svart löpare · f7 svart bonde · g7 svart bonde · h7 svart bonde · a6 svart bonde · c6 svart springare · d6 svart bonde · f6 svart springare · b5 svart bonde · e5 svart bonde · e4 vit bonde · b3 vit löpare · f3 vit springare · a2 vit bonde · b2 vit bonde · c2 vit bonde · d2 vit bonde · f2 vit bonde · g2 vit bonde · h2 vit bonde · a1 vit torn · b1 vit springare · c1 vit löpare · d1 vit drottning · e1 vit torn · g1 vit kung | 4 |
| 3 | a8 svart torn · c8 svart löpare · d8 svart drottning · e8 svart kung · h8 svart torn · c7 svart bonde · e7 svart löpare · f7 svart bonde · g7 svart bonde · h7 svart bonde · a6 svart bonde · c6 svart springare · d6 svart bonde · f6 svart springare · b5 svart bonde · e5 svart bonde · e4 vit bonde · b3 vit löpare · f3 vit springare · a2 vit bonde · b2 vit bonde · c2 vit bonde · d2 vit bonde · f2 vit bonde · g2 vit bonde · h2 vit bonde · a1 vit torn · b1 vit springare · c1 vit löpare · d1 vit drottning · e1 vit torn · g1 vit kung | a8 svart torn · c8 svart löpare · d8 svart drottning · e8 svart kung · h8 svart torn · c7 svart bonde · e7 svart löpare · f7 svart bonde · g7 svart bonde · h7 svart bonde · a6 svart bonde · c6 svart springare · d6 svart bonde · f6 svart springare · b5 svart bonde · e5 svart bonde · e4 vit bonde · b3 vit löpare · f3 vit springare · a2 vit bonde · b2 vit bonde · c2 vit bonde · d2 vit bonde · f2 vit bonde · g2 vit bonde · h2 vit bonde · a1 vit torn · b1 vit springare · c1 vit löpare · d1 vit drottning · e1 vit torn · g1 vit kung | a8 svart torn · c8 svart löpare · d8 svart drottning · e8 svart kung · h8 svart torn · c7 svart bonde · e7 svart löpare · f7 svart bonde · g7 svart bonde · h7 svart bonde · a6 svart bonde · c6 svart springare · d6 svart bonde · f6 svart springare · b5 svart bonde · e5 svart bonde · e4 vit bonde · b3 vit löpare · f3 vit springare · a2 vit bonde · b2 vit bonde · c2 vit bonde · d2 vit bonde · f2 vit bonde · g2 vit bonde · h2 vit bonde · a1 vit torn · b1 vit springare · c1 vit löpare · d1 vit drottning · e1 vit torn · g1 vit kung | a8 svart torn · c8 svart löpare · d8 svart drottning · e8 svart kung · h8 svart torn · c7 svart bonde · e7 svart löpare · f7 svart bonde · g7 svart bonde · h7 svart bonde · a6 svart bonde · c6 svart springare · d6 svart bonde · f6 svart springare · b5 svart bonde · e5 svart bonde · e4 vit bonde · b3 vit löpare · f3 vit springare · a2 vit bonde · b2 vit bonde · c2 vit bonde · d2 vit bonde · f2 vit bonde · g2 vit bonde · h2 vit bonde · a1 vit torn · b1 vit springare · c1 vit löpare · d1 vit drottning · e1 vit torn · g1 vit kung | a8 svart torn · c8 svart löpare · d8 svart drottning · e8 svart kung · h8 svart torn · c7 svart bonde · e7 svart löpare · f7 svart bonde · g7 svart bonde · h7 svart bonde · a6 svart bonde · c6 svart springare · d6 svart bonde · f6 svart springare · b5 svart bonde · e5 svart bonde · e4 vit bonde · b3 vit löpare · f3 vit springare · a2 vit bonde · b2 vit bonde · c2 vit bonde · d2 vit bonde · f2 vit bonde · g2 vit bonde · h2 vit bonde · a1 vit torn · b1 vit springare · c1 vit löpare · d1 vit drottning · e1 vit torn · g1 vit kung | a8 svart torn · c8 svart löpare · d8 svart drottning · e8 svart kung · h8 svart torn · c7 svart bonde · e7 svart löpare · f7 svart bonde · g7 svart bonde · h7 svart bonde · a6 svart bonde · c6 svart springare · d6 svart bonde · f6 svart springare · b5 svart bonde · e5 svart bonde · e4 vit bonde · b3 vit löpare · f3 vit springare · a2 vit bonde · b2 vit bonde · c2 vit bonde · d2 vit bonde · f2 vit bonde · g2 vit bonde · h2 vit bonde · a1 vit torn · b1 vit springare · c1 vit löpare · d1 vit drottning · e1 vit torn · g1 vit kung | a8 svart torn · c8 svart löpare · d8 svart drottning · e8 svart kung · h8 svart torn · c7 svart bonde · e7 svart löpare · f7 svart bonde · g7 svart bonde · h7 svart bonde · a6 svart bonde · c6 svart springare · d6 svart bonde · f6 svart springare · b5 svart bonde · e5 svart bonde · e4 vit bonde · b3 vit löpare · f3 vit springare · a2 vit bonde · b2 vit bonde · c2 vit bonde · d2 vit bonde · f2 vit bonde · g2 vit bonde · h2 vit bonde · a1 vit torn · b1 vit springare · c1 vit löpare · d1 vit drottning · e1 vit torn · g1 vit kung | a8 svart torn · c8 svart löpare · d8 svart drottning · e8 svart kung · h8 svart torn · c7 svart bonde · e7 svart löpare · f7 svart bonde · g7 svart bonde · h7 svart bonde · a6 svart bonde · c6 svart springare · d6 svart bonde · f6 svart springare · b5 svart bonde · e5 svart bonde · e4 vit bonde · b3 vit löpare · f3 vit springare · a2 vit bonde · b2 vit bonde · c2 vit bonde · d2 vit bonde · f2 vit bonde · g2 vit bonde · h2 vit bonde · a1 vit torn · b1 vit springare · c1 vit löpare · d1 vit drottning · e1 vit torn · g1 vit kung | 3 |
| 2 | a8 svart torn · c8 svart löpare · d8 svart drottning · e8 svart kung · h8 svart torn · c7 svart bonde · e7 svart löpare · f7 svart bonde · g7 svart bonde · h7 svart bonde · a6 svart bonde · c6 svart springare · d6 svart bonde · f6 svart springare · b5 svart bonde · e5 svart bonde · e4 vit bonde · b3 vit löpare · f3 vit springare · a2 vit bonde · b2 vit bonde · c2 vit bonde · d2 vit bonde · f2 vit bonde · g2 vit bonde · h2 vit bonde · a1 vit torn · b1 vit springare · c1 vit löpare · d1 vit drottning · e1 vit torn · g1 vit kung | a8 svart torn · c8 svart löpare · d8 svart drottning · e8 svart kung · h8 svart torn · c7 svart bonde · e7 svart löpare · f7 svart bonde · g7 svart bonde · h7 svart bonde · a6 svart bonde · c6 svart springare · d6 svart bonde · f6 svart springare · b5 svart bonde · e5 svart bonde · e4 vit bonde · b3 vit löpare · f3 vit springare · a2 vit bonde · b2 vit bonde · c2 vit bonde · d2 vit bonde · f2 vit bonde · g2 vit bonde · h2 vit bonde · a1 vit torn · b1 vit springare · c1 vit löpare · d1 vit drottning · e1 vit torn · g1 vit kung | a8 svart torn · c8 svart löpare · d8 svart drottning · e8 svart kung · h8 svart torn · c7 svart bonde · e7 svart löpare · f7 svart bonde · g7 svart bonde · h7 svart bonde · a6 svart bonde · c6 svart springare · d6 svart bonde · f6 svart springare · b5 svart bonde · e5 svart bonde · e4 vit bonde · b3 vit löpare · f3 vit springare · a2 vit bonde · b2 vit bonde · c2 vit bonde · d2 vit bonde · f2 vit bonde · g2 vit bonde · h2 vit bonde · a1 vit torn · b1 vit springare · c1 vit löpare · d1 vit drottning · e1 vit torn · g1 vit kung | a8 svart torn · c8 svart löpare · d8 svart drottning · e8 svart kung · h8 svart torn · c7 svart bonde · e7 svart löpare · f7 svart bonde · g7 svart bonde · h7 svart bonde · a6 svart bonde · c6 svart springare · d6 svart bonde · f6 svart springare · b5 svart bonde · e5 svart bonde · e4 vit bonde · b3 vit löpare · f3 vit springare · a2 vit bonde · b2 vit bonde · c2 vit bonde · d2 vit bonde · f2 vit bonde · g2 vit bonde · h2 vit bonde · a1 vit torn · b1 vit springare · c1 vit löpare · d1 vit drottning · e1 vit torn · g1 vit kung | a8 svart torn · c8 svart löpare · d8 svart drottning · e8 svart kung · h8 svart torn · c7 svart bonde · e7 svart löpare · f7 svart bonde · g7 svart bonde · h7 svart bonde · a6 svart bonde · c6 svart springare · d6 svart bonde · f6 svart springare · b5 svart bonde · e5 svart bonde · e4 vit bonde · b3 vit löpare · f3 vit springare · a2 vit bonde · b2 vit bonde · c2 vit bonde · d2 vit bonde · f2 vit bonde · g2 vit bonde · h2 vit bonde · a1 vit torn · b1 vit springare · c1 vit löpare · d1 vit drottning · e1 vit torn · g1 vit kung | a8 svart torn · c8 svart löpare · d8 svart drottning · e8 svart kung · h8 svart torn · c7 svart bonde · e7 svart löpare · f7 svart bonde · g7 svart bonde · h7 svart bonde · a6 svart bonde · c6 svart springare · d6 svart bonde · f6 svart springare · b5 svart bonde · e5 svart bonde · e4 vit bonde · b3 vit löpare · f3 vit springare · a2 vit bonde · b2 vit bonde · c2 vit bonde · d2 vit bonde · f2 vit bonde · g2 vit bonde · h2 vit bonde · a1 vit torn · b1 vit springare · c1 vit löpare · d1 vit drottning · e1 vit torn · g1 vit kung | a8 svart torn · c8 svart löpare · d8 svart drottning · e8 svart kung · h8 svart torn · c7 svart bonde · e7 svart löpare · f7 svart bonde · g7 svart bonde · h7 svart bonde · a6 svart bonde · c6 svart springare · d6 svart bonde · f6 svart springare · b5 svart bonde · e5 svart bonde · e4 vit bonde · b3 vit löpare · f3 vit springare · a2 vit bonde · b2 vit bonde · c2 vit bonde · d2 vit bonde · f2 vit bonde · g2 vit bonde · h2 vit bonde · a1 vit torn · b1 vit springare · c1 vit löpare · d1 vit drottning · e1 vit torn · g1 vit kung | a8 svart torn · c8 svart löpare · d8 svart drottning · e8 svart kung · h8 svart torn · c7 svart bonde · e7 svart löpare · f7 svart bonde · g7 svart bonde · h7 svart bonde · a6 svart bonde · c6 svart springare · d6 svart bonde · f6 svart springare · b5 svart bonde · e5 svart bonde · e4 vit bonde · b3 vit löpare · f3 vit springare · a2 vit bonde · b2 vit bonde · c2 vit bonde · d2 vit bonde · f2 vit bonde · g2 vit bonde · h2 vit bonde · a1 vit torn · b1 vit springare · c1 vit löpare · d1 vit drottning · e1 vit torn · g1 vit kung | 2 |
| 1 | a8 svart torn · c8 svart löpare · d8 svart drottning · e8 svart kung · h8 svart torn · c7 svart bonde · e7 svart löpare · f7 svart bonde · g7 svart bonde · h7 svart bonde · a6 svart bonde · c6 svart springare · d6 svart bonde · f6 svart springare · b5 svart bonde · e5 svart bonde · e4 vit bonde · b3 vit löpare · f3 vit springare · a2 vit bonde · b2 vit bonde · c2 vit bonde · d2 vit bonde · f2 vit bonde · g2 vit bonde · h2 vit bonde · a1 vit torn · b1 vit springare · c1 vit löpare · d1 vit drottning · e1 vit torn · g1 vit kung | a8 svart torn · c8 svart löpare · d8 svart drottning · e8 svart kung · h8 svart torn · c7 svart bonde · e7 svart löpare · f7 svart bonde · g7 svart bonde · h7 svart bonde · a6 svart bonde · c6 svart springare · d6 svart bonde · f6 svart springare · b5 svart bonde · e5 svart bonde · e4 vit bonde · b3 vit löpare · f3 vit springare · a2 vit bonde · b2 vit bonde · c2 vit bonde · d2 vit bonde · f2 vit bonde · g2 vit bonde · h2 vit bonde · a1 vit torn · b1 vit springare · c1 vit löpare · d1 vit drottning · e1 vit torn · g1 vit kung | a8 svart torn · c8 svart löpare · d8 svart drottning · e8 svart kung · h8 svart torn · c7 svart bonde · e7 svart löpare · f7 svart bonde · g7 svart bonde · h7 svart bonde · a6 svart bonde · c6 svart springare · d6 svart bonde · f6 svart springare · b5 svart bonde · e5 svart bonde · e4 vit bonde · b3 vit löpare · f3 vit springare · a2 vit bonde · b2 vit bonde · c2 vit bonde · d2 vit bonde · f2 vit bonde · g2 vit bonde · h2 vit bonde · a1 vit torn · b1 vit springare · c1 vit löpare · d1 vit drottning · e1 vit torn · g1 vit kung | a8 svart torn · c8 svart löpare · d8 svart drottning · e8 svart kung · h8 svart torn · c7 svart bonde · e7 svart löpare · f7 svart bonde · g7 svart bonde · h7 svart bonde · a6 svart bonde · c6 svart springare · d6 svart bonde · f6 svart springare · b5 svart bonde · e5 svart bonde · e4 vit bonde · b3 vit löpare · f3 vit springare · a2 vit bonde · b2 vit bonde · c2 vit bonde · d2 vit bonde · f2 vit bonde · g2 vit bonde · h2 vit bonde · a1 vit torn · b1 vit springare · c1 vit löpare · d1 vit drottning · e1 vit torn · g1 vit kung | a8 svart torn · c8 svart löpare · d8 svart drottning · e8 svart kung · h8 svart torn · c7 svart bonde · e7 svart löpare · f7 svart bonde · g7 svart bonde · h7 svart bonde · a6 svart bonde · c6 svart springare · d6 svart bonde · f6 svart springare · b5 svart bonde · e5 svart bonde · e4 vit bonde · b3 vit löpare · f3 vit springare · a2 vit bonde · b2 vit bonde · c2 vit bonde · d2 vit bonde · f2 vit bonde · g2 vit bonde · h2 vit bonde · a1 vit torn · b1 vit springare · c1 vit löpare · d1 vit drottning · e1 vit torn · g1 vit kung | a8 svart torn · c8 svart löpare · d8 svart drottning · e8 svart kung · h8 svart torn · c7 svart bonde · e7 svart löpare · f7 svart bonde · g7 svart bonde · h7 svart bonde · a6 svart bonde · c6 svart springare · d6 svart bonde · f6 svart springare · b5 svart bonde · e5 svart bonde · e4 vit bonde · b3 vit löpare · f3 vit springare · a2 vit bonde · b2 vit bonde · c2 vit bonde · d2 vit bonde · f2 vit bonde · g2 vit bonde · h2 vit bonde · a1 vit torn · b1 vit springare · c1 vit löpare · d1 vit drottning · e1 vit torn · g1 vit kung | a8 svart torn · c8 svart löpare · d8 svart drottning · e8 svart kung · h8 svart torn · c7 svart bonde · e7 svart löpare · f7 svart bonde · g7 svart bonde · h7 svart bonde · a6 svart bonde · c6 svart springare · d6 svart bonde · f6 svart springare · b5 svart bonde · e5 svart bonde · e4 vit bonde · b3 vit löpare · f3 vit springare · a2 vit bonde · b2 vit bonde · c2 vit bonde · d2 vit bonde · f2 vit bonde · g2 vit bonde · h2 vit bonde · a1 vit torn · b1 vit springare · c1 vit löpare · d1 vit drottning · e1 vit torn · g1 vit kung | a8 svart torn · c8 svart löpare · d8 svart drottning · e8 svart kung · h8 svart torn · c7 svart bonde · e7 svart löpare · f7 svart bonde · g7 svart bonde · h7 svart bonde · a6 svart bonde · c6 svart springare · d6 svart bonde · f6 svart springare · b5 svart bonde · e5 svart bonde · e4 vit bonde · b3 vit löpare · f3 vit springare · a2 vit bonde · b2 vit bonde · c2 vit bonde · d2 vit bonde · f2 vit bonde · g2 vit bonde · h2 vit bonde · a1 vit torn · b1 vit springare · c1 vit löpare · d1 vit drottning · e1 vit torn · g1 vit kung | 1 |
|   | a | b | c | d | e | f | g | h |   |

C90 Spanskt, slutet
1.e4 e5 2.Sf3 Sc6 3.Lb5 a6 4.La4 Sf6 5.0-0 Le7 6.Te1 b5 7.Lb3 0-0 8.c3 d6
C91 Spanskt, slutet
1.e4 e5 2.Sf3 Sc6 3.Lb5 a6 4.La4 Sf6 5.0-0 Le7 6.Te1 b5 7.Lb3 0-0 8.c3 d6 9.d4
C92 Spanskt, slutet
1.e4 e5 2.Sf3 Sc6 3.Lb5 a6 4.La4 Sf6 5.0-0 Le7 6.Te1 b5 7.Lb3 0-0 8.c3 d6 9.h3
C93 Spanskt, slutet, Smyslovvarianten
1.e4 e5 2.Sf3 Sc6 3.Lb5 a6 4.La4 Sf6 5.0-0 Le7 6.Te1 b5 7.Lb3 0-0 8.c3 d6 9.h3 h6
C94 Spanskt, slutet, Breyervarianten
1.e4 e5 2.Sf3 Sc6 3.Lb5 a6 4.La4 Sf6 5.0-0 Le7 6.Te1 b5 7.Lb3 0-0 8.c3 d6 9.h3 Sb8
C95 Spanskt, slutet, Breyervarianten
1.e4 e5 2.Sf3 Sc6 3.Lb5 a6 4.La4 Sf6 5.0-0 Le7 6.Te1 b5 7.Lb3 0-0 8.c3 d6 9.h3 Sb8 10.d4
C96 Spanskt, slutet
1.e4 e5 2.Sf3 Sc6 3.Lb5 a6 4.La4 Sf6 5.0-0 Le7 6.Te1 b5 7.Lb3 0-0 8.c3 d6 9.h3 Sa5 10.Lc2
C97 Spanskt, slutet, Tjigorinvarianten
1.e4 e5 2.Sf3 Sc6 3.Lb5 a6 4.La4 Sf6 5.0-0 Le7 6.Te1 b5 7.Lb3 0-0 8.c3 d6 9.h3 Sa5 10.Lc2 c5 11.d4 Dc7
C98 Spanskt, slutet, Tjigorinvarianten
1.e4 e5 2.Sf3 Sc6 3.Lb5 a6 4.La4 Sf6 5.0-0 Le7 6.Te1 b5 7.Lb3 0-0 8.c3 d6 9.h3 Sa5 10.Lc2 c5 11.d4 Dc7 12.Sbd2 Sc6
C99 Spanskt, slutet, Tjigorinvarianten, 12...cxd4
1.e4 e5 2.Sf3 Sc6 3.Lb5 a6 4.La4 Sf6 5.0-0 Le7 6.Te1 b5 7.Lb3 0-0 8.c3 d6 9.h3 Sa5 10.Lc2 c5 11.d4 Dc7 12.Sbd2 cxd4 13.cxd4

## D:Slutnaochhalvslutna spel

### D00-D09: Dambondespel
|   | a | b | c | d | e | f | g | h |   |
| 8 | a8 svart torn · b8 svart springare · c8 svart löpare · d8 svart drottning · e8 svart kung · f8 svart löpare · g8 svart springare · h8 svart torn · a7 svart bonde · b7 svart bonde · c7 svart bonde · e7 svart bonde · f7 svart bonde · g7 svart bonde · h7 svart bonde · d5 svart bonde · d4 vit bonde · a2 vit bonde · b2 vit bonde · c2 vit bonde · e2 vit bonde · f2 vit bonde · g2 vit bonde · h2 vit bonde · a1 vit torn · b1 vit springare · c1 vit löpare · d1 vit drottning · e1 vit kung · f1 vit löpare · g1 vit springare · h1 vit torn | a8 svart torn · b8 svart springare · c8 svart löpare · d8 svart drottning · e8 svart kung · f8 svart löpare · g8 svart springare · h8 svart torn · a7 svart bonde · b7 svart bonde · c7 svart bonde · e7 svart bonde · f7 svart bonde · g7 svart bonde · h7 svart bonde · d5 svart bonde · d4 vit bonde · a2 vit bonde · b2 vit bonde · c2 vit bonde · e2 vit bonde · f2 vit bonde · g2 vit bonde · h2 vit bonde · a1 vit torn · b1 vit springare · c1 vit löpare · d1 vit drottning · e1 vit kung · f1 vit löpare · g1 vit springare · h1 vit torn | a8 svart torn · b8 svart springare · c8 svart löpare · d8 svart drottning · e8 svart kung · f8 svart löpare · g8 svart springare · h8 svart torn · a7 svart bonde · b7 svart bonde · c7 svart bonde · e7 svart bonde · f7 svart bonde · g7 svart bonde · h7 svart bonde · d5 svart bonde · d4 vit bonde · a2 vit bonde · b2 vit bonde · c2 vit bonde · e2 vit bonde · f2 vit bonde · g2 vit bonde · h2 vit bonde · a1 vit torn · b1 vit springare · c1 vit löpare · d1 vit drottning · e1 vit kung · f1 vit löpare · g1 vit springare · h1 vit torn | a8 svart torn · b8 svart springare · c8 svart löpare · d8 svart drottning · e8 svart kung · f8 svart löpare · g8 svart springare · h8 svart torn · a7 svart bonde · b7 svart bonde · c7 svart bonde · e7 svart bonde · f7 svart bonde · g7 svart bonde · h7 svart bonde · d5 svart bonde · d4 vit bonde · a2 vit bonde · b2 vit bonde · c2 vit bonde · e2 vit bonde · f2 vit bonde · g2 vit bonde · h2 vit bonde · a1 vit torn · b1 vit springare · c1 vit löpare · d1 vit drottning · e1 vit kung · f1 vit löpare · g1 vit springare · h1 vit torn | a8 svart torn · b8 svart springare · c8 svart löpare · d8 svart drottning · e8 svart kung · f8 svart löpare · g8 svart springare · h8 svart torn · a7 svart bonde · b7 svart bonde · c7 svart bonde · e7 svart bonde · f7 svart bonde · g7 svart bonde · h7 svart bonde · d5 svart bonde · d4 vit bonde · a2 vit bonde · b2 vit bonde · c2 vit bonde · e2 vit bonde · f2 vit bonde · g2 vit bonde · h2 vit bonde · a1 vit torn · b1 vit springare · c1 vit löpare · d1 vit drottning · e1 vit kung · f1 vit löpare · g1 vit springare · h1 vit torn | a8 svart torn · b8 svart springare · c8 svart löpare · d8 svart drottning · e8 svart kung · f8 svart löpare · g8 svart springare · h8 svart torn · a7 svart bonde · b7 svart bonde · c7 svart bonde · e7 svart bonde · f7 svart bonde · g7 svart bonde · h7 svart bonde · d5 svart bonde · d4 vit bonde · a2 vit bonde · b2 vit bonde · c2 vit bonde · e2 vit bonde · f2 vit bonde · g2 vit bonde · h2 vit bonde · a1 vit torn · b1 vit springare · c1 vit löpare · d1 vit drottning · e1 vit kung · f1 vit löpare · g1 vit springare · h1 vit torn | a8 svart torn · b8 svart springare · c8 svart löpare · d8 svart drottning · e8 svart kung · f8 svart löpare · g8 svart springare · h8 svart torn · a7 svart bonde · b7 svart bonde · c7 svart bonde · e7 svart bonde · f7 svart bonde · g7 svart bonde · h7 svart bonde · d5 svart bonde · d4 vit bonde · a2 vit bonde · b2 vit bonde · c2 vit bonde · e2 vit bonde · f2 vit bonde · g2 vit bonde · h2 vit bonde · a1 vit torn · b1 vit springare · c1 vit löpare · d1 vit drottning · e1 vit kung · f1 vit löpare · g1 vit springare · h1 vit torn | a8 svart torn · b8 svart springare · c8 svart löpare · d8 svart drottning · e8 svart kung · f8 svart löpare · g8 svart springare · h8 svart torn · a7 svart bonde · b7 svart bonde · c7 svart bonde · e7 svart bonde · f7 svart bonde · g7 svart bonde · h7 svart bonde · d5 svart bonde · d4 vit bonde · a2 vit bonde · b2 vit bonde · c2 vit bonde · e2 vit bonde · f2 vit bonde · g2 vit bonde · h2 vit bonde · a1 vit torn · b1 vit springare · c1 vit löpare · d1 vit drottning · e1 vit kung · f1 vit löpare · g1 vit springare · h1 vit torn | 8 |
| 7 | a8 svart torn · b8 svart springare · c8 svart löpare · d8 svart drottning · e8 svart kung · f8 svart löpare · g8 svart springare · h8 svart torn · a7 svart bonde · b7 svart bonde · c7 svart bonde · e7 svart bonde · f7 svart bonde · g7 svart bonde · h7 svart bonde · d5 svart bonde · d4 vit bonde · a2 vit bonde · b2 vit bonde · c2 vit bonde · e2 vit bonde · f2 vit bonde · g2 vit bonde · h2 vit bonde · a1 vit torn · b1 vit springare · c1 vit löpare · d1 vit drottning · e1 vit kung · f1 vit löpare · g1 vit springare · h1 vit torn | a8 svart torn · b8 svart springare · c8 svart löpare · d8 svart drottning · e8 svart kung · f8 svart löpare · g8 svart springare · h8 svart torn · a7 svart bonde · b7 svart bonde · c7 svart bonde · e7 svart bonde · f7 svart bonde · g7 svart bonde · h7 svart bonde · d5 svart bonde · d4 vit bonde · a2 vit bonde · b2 vit bonde · c2 vit bonde · e2 vit bonde · f2 vit bonde · g2 vit bonde · h2 vit bonde · a1 vit torn · b1 vit springare · c1 vit löpare · d1 vit drottning · e1 vit kung · f1 vit löpare · g1 vit springare · h1 vit torn | a8 svart torn · b8 svart springare · c8 svart löpare · d8 svart drottning · e8 svart kung · f8 svart löpare · g8 svart springare · h8 svart torn · a7 svart bonde · b7 svart bonde · c7 svart bonde · e7 svart bonde · f7 svart bonde · g7 svart bonde · h7 svart bonde · d5 svart bonde · d4 vit bonde · a2 vit bonde · b2 vit bonde · c2 vit bonde · e2 vit bonde · f2 vit bonde · g2 vit bonde · h2 vit bonde · a1 vit torn · b1 vit springare · c1 vit löpare · d1 vit drottning · e1 vit kung · f1 vit löpare · g1 vit springare · h1 vit torn | a8 svart torn · b8 svart springare · c8 svart löpare · d8 svart drottning · e8 svart kung · f8 svart löpare · g8 svart springare · h8 svart torn · a7 svart bonde · b7 svart bonde · c7 svart bonde · e7 svart bonde · f7 svart bonde · g7 svart bonde · h7 svart bonde · d5 svart bonde · d4 vit bonde · a2 vit bonde · b2 vit bonde · c2 vit bonde · e2 vit bonde · f2 vit bonde · g2 vit bonde · h2 vit bonde · a1 vit torn · b1 vit springare · c1 vit löpare · d1 vit drottning · e1 vit kung · f1 vit löpare · g1 vit springare · h1 vit torn | a8 svart torn · b8 svart springare · c8 svart löpare · d8 svart drottning · e8 svart kung · f8 svart löpare · g8 svart springare · h8 svart torn · a7 svart bonde · b7 svart bonde · c7 svart bonde · e7 svart bonde · f7 svart bonde · g7 svart bonde · h7 svart bonde · d5 svart bonde · d4 vit bonde · a2 vit bonde · b2 vit bonde · c2 vit bonde · e2 vit bonde · f2 vit bonde · g2 vit bonde · h2 vit bonde · a1 vit torn · b1 vit springare · c1 vit löpare · d1 vit drottning · e1 vit kung · f1 vit löpare · g1 vit springare · h1 vit torn | a8 svart torn · b8 svart springare · c8 svart löpare · d8 svart drottning · e8 svart kung · f8 svart löpare · g8 svart springare · h8 svart torn · a7 svart bonde · b7 svart bonde · c7 svart bonde · e7 svart bonde · f7 svart bonde · g7 svart bonde · h7 svart bonde · d5 svart bonde · d4 vit bonde · a2 vit bonde · b2 vit bonde · c2 vit bonde · e2 vit bonde · f2 vit bonde · g2 vit bonde · h2 vit bonde · a1 vit torn · b1 vit springare · c1 vit löpare · d1 vit drottning · e1 vit kung · f1 vit löpare · g1 vit springare · h1 vit torn | a8 svart torn · b8 svart springare · c8 svart löpare · d8 svart drottning · e8 svart kung · f8 svart löpare · g8 svart springare · h8 svart torn · a7 svart bonde · b7 svart bonde · c7 svart bonde · e7 svart bonde · f7 svart bonde · g7 svart bonde · h7 svart bonde · d5 svart bonde · d4 vit bonde · a2 vit bonde · b2 vit bonde · c2 vit bonde · e2 vit bonde · f2 vit bonde · g2 vit bonde · h2 vit bonde · a1 vit torn · b1 vit springare · c1 vit löpare · d1 vit drottning · e1 vit kung · f1 vit löpare · g1 vit springare · h1 vit torn | a8 svart torn · b8 svart springare · c8 svart löpare · d8 svart drottning · e8 svart kung · f8 svart löpare · g8 svart springare · h8 svart torn · a7 svart bonde · b7 svart bonde · c7 svart bonde · e7 svart bonde · f7 svart bonde · g7 svart bonde · h7 svart bonde · d5 svart bonde · d4 vit bonde · a2 vit bonde · b2 vit bonde · c2 vit bonde · e2 vit bonde · f2 vit bonde · g2 vit bonde · h2 vit bonde · a1 vit torn · b1 vit springare · c1 vit löpare · d1 vit drottning · e1 vit kung · f1 vit löpare · g1 vit springare · h1 vit torn | 7 |
| 6 | a8 svart torn · b8 svart springare · c8 svart löpare · d8 svart drottning · e8 svart kung · f8 svart löpare · g8 svart springare · h8 svart torn · a7 svart bonde · b7 svart bonde · c7 svart bonde · e7 svart bonde · f7 svart bonde · g7 svart bonde · h7 svart bonde · d5 svart bonde · d4 vit bonde · a2 vit bonde · b2 vit bonde · c2 vit bonde · e2 vit bonde · f2 vit bonde · g2 vit bonde · h2 vit bonde · a1 vit torn · b1 vit springare · c1 vit löpare · d1 vit drottning · e1 vit kung · f1 vit löpare · g1 vit springare · h1 vit torn | a8 svart torn · b8 svart springare · c8 svart löpare · d8 svart drottning · e8 svart kung · f8 svart löpare · g8 svart springare · h8 svart torn · a7 svart bonde · b7 svart bonde · c7 svart bonde · e7 svart bonde · f7 svart bonde · g7 svart bonde · h7 svart bonde · d5 svart bonde · d4 vit bonde · a2 vit bonde · b2 vit bonde · c2 vit bonde · e2 vit bonde · f2 vit bonde · g2 vit bonde · h2 vit bonde · a1 vit torn · b1 vit springare · c1 vit löpare · d1 vit drottning · e1 vit kung · f1 vit löpare · g1 vit springare · h1 vit torn | a8 svart torn · b8 svart springare · c8 svart löpare · d8 svart drottning · e8 svart kung · f8 svart löpare · g8 svart springare · h8 svart torn · a7 svart bonde · b7 svart bonde · c7 svart bonde · e7 svart bonde · f7 svart bonde · g7 svart bonde · h7 svart bonde · d5 svart bonde · d4 vit bonde · a2 vit bonde · b2 vit bonde · c2 vit bonde · e2 vit bonde · f2 vit bonde · g2 vit bonde · h2 vit bonde · a1 vit torn · b1 vit springare · c1 vit löpare · d1 vit drottning · e1 vit kung · f1 vit löpare · g1 vit springare · h1 vit torn | a8 svart torn · b8 svart springare · c8 svart löpare · d8 svart drottning · e8 svart kung · f8 svart löpare · g8 svart springare · h8 svart torn · a7 svart bonde · b7 svart bonde · c7 svart bonde · e7 svart bonde · f7 svart bonde · g7 svart bonde · h7 svart bonde · d5 svart bonde · d4 vit bonde · a2 vit bonde · b2 vit bonde · c2 vit bonde · e2 vit bonde · f2 vit bonde · g2 vit bonde · h2 vit bonde · a1 vit torn · b1 vit springare · c1 vit löpare · d1 vit drottning · e1 vit kung · f1 vit löpare · g1 vit springare · h1 vit torn | a8 svart torn · b8 svart springare · c8 svart löpare · d8 svart drottning · e8 svart kung · f8 svart löpare · g8 svart springare · h8 svart torn · a7 svart bonde · b7 svart bonde · c7 svart bonde · e7 svart bonde · f7 svart bonde · g7 svart bonde · h7 svart bonde · d5 svart bonde · d4 vit bonde · a2 vit bonde · b2 vit bonde · c2 vit bonde · e2 vit bonde · f2 vit bonde · g2 vit bonde · h2 vit bonde · a1 vit torn · b1 vit springare · c1 vit löpare · d1 vit drottning · e1 vit kung · f1 vit löpare · g1 vit springare · h1 vit torn | a8 svart torn · b8 svart springare · c8 svart löpare · d8 svart drottning · e8 svart kung · f8 svart löpare · g8 svart springare · h8 svart torn · a7 svart bonde · b7 svart bonde · c7 svart bonde · e7 svart bonde · f7 svart bonde · g7 svart bonde · h7 svart bonde · d5 svart bonde · d4 vit bonde · a2 vit bonde · b2 vit bonde · c2 vit bonde · e2 vit bonde · f2 vit bonde · g2 vit bonde · h2 vit bonde · a1 vit torn · b1 vit springare · c1 vit löpare · d1 vit drottning · e1 vit kung · f1 vit löpare · g1 vit springare · h1 vit torn | a8 svart torn · b8 svart springare · c8 svart löpare · d8 svart drottning · e8 svart kung · f8 svart löpare · g8 svart springare · h8 svart torn · a7 svart bonde · b7 svart bonde · c7 svart bonde · e7 svart bonde · f7 svart bonde · g7 svart bonde · h7 svart bonde · d5 svart bonde · d4 vit bonde · a2 vit bonde · b2 vit bonde · c2 vit bonde · e2 vit bonde · f2 vit bonde · g2 vit bonde · h2 vit bonde · a1 vit torn · b1 vit springare · c1 vit löpare · d1 vit drottning · e1 vit kung · f1 vit löpare · g1 vit springare · h1 vit torn | a8 svart torn · b8 svart springare · c8 svart löpare · d8 svart drottning · e8 svart kung · f8 svart löpare · g8 svart springare · h8 svart torn · a7 svart bonde · b7 svart bonde · c7 svart bonde · e7 svart bonde · f7 svart bonde · g7 svart bonde · h7 svart bonde · d5 svart bonde · d4 vit bonde · a2 vit bonde · b2 vit bonde · c2 vit bonde · e2 vit bonde · f2 vit bonde · g2 vit bonde · h2 vit bonde · a1 vit torn · b1 vit springare · c1 vit löpare · d1 vit drottning · e1 vit kung · f1 vit löpare · g1 vit springare · h1 vit torn | 6 |
| 5 | a8 svart torn · b8 svart springare · c8 svart löpare · d8 svart drottning · e8 svart kung · f8 svart löpare · g8 svart springare · h8 svart torn · a7 svart bonde · b7 svart bonde · c7 svart bonde · e7 svart bonde · f7 svart bonde · g7 svart bonde · h7 svart bonde · d5 svart bonde · d4 vit bonde · a2 vit bonde · b2 vit bonde · c2 vit bonde · e2 vit bonde · f2 vit bonde · g2 vit bonde · h2 vit bonde · a1 vit torn · b1 vit springare · c1 vit löpare · d1 vit drottning · e1 vit kung · f1 vit löpare · g1 vit springare · h1 vit torn | a8 svart torn · b8 svart springare · c8 svart löpare · d8 svart drottning · e8 svart kung · f8 svart löpare · g8 svart springare · h8 svart torn · a7 svart bonde · b7 svart bonde · c7 svart bonde · e7 svart bonde · f7 svart bonde · g7 svart bonde · h7 svart bonde · d5 svart bonde · d4 vit bonde · a2 vit bonde · b2 vit bonde · c2 vit bonde · e2 vit bonde · f2 vit bonde · g2 vit bonde · h2 vit bonde · a1 vit torn · b1 vit springare · c1 vit löpare · d1 vit drottning · e1 vit kung · f1 vit löpare · g1 vit springare · h1 vit torn | a8 svart torn · b8 svart springare · c8 svart löpare · d8 svart drottning · e8 svart kung · f8 svart löpare · g8 svart springare · h8 svart torn · a7 svart bonde · b7 svart bonde · c7 svart bonde · e7 svart bonde · f7 svart bonde · g7 svart bonde · h7 svart bonde · d5 svart bonde · d4 vit bonde · a2 vit bonde · b2 vit bonde · c2 vit bonde · e2 vit bonde · f2 vit bonde · g2 vit bonde · h2 vit bonde · a1 vit torn · b1 vit springare · c1 vit löpare · d1 vit drottning · e1 vit kung · f1 vit löpare · g1 vit springare · h1 vit torn | a8 svart torn · b8 svart springare · c8 svart löpare · d8 svart drottning · e8 svart kung · f8 svart löpare · g8 svart springare · h8 svart torn · a7 svart bonde · b7 svart bonde · c7 svart bonde · e7 svart bonde · f7 svart bonde · g7 svart bonde · h7 svart bonde · d5 svart bonde · d4 vit bonde · a2 vit bonde · b2 vit bonde · c2 vit bonde · e2 vit bonde · f2 vit bonde · g2 vit bonde · h2 vit bonde · a1 vit torn · b1 vit springare · c1 vit löpare · d1 vit drottning · e1 vit kung · f1 vit löpare · g1 vit springare · h1 vit torn | a8 svart torn · b8 svart springare · c8 svart löpare · d8 svart drottning · e8 svart kung · f8 svart löpare · g8 svart springare · h8 svart torn · a7 svart bonde · b7 svart bonde · c7 svart bonde · e7 svart bonde · f7 svart bonde · g7 svart bonde · h7 svart bonde · d5 svart bonde · d4 vit bonde · a2 vit bonde · b2 vit bonde · c2 vit bonde · e2 vit bonde · f2 vit bonde · g2 vit bonde · h2 vit bonde · a1 vit torn · b1 vit springare · c1 vit löpare · d1 vit drottning · e1 vit kung · f1 vit löpare · g1 vit springare · h1 vit torn | a8 svart torn · b8 svart springare · c8 svart löpare · d8 svart drottning · e8 svart kung · f8 svart löpare · g8 svart springare · h8 svart torn · a7 svart bonde · b7 svart bonde · c7 svart bonde · e7 svart bonde · f7 svart bonde · g7 svart bonde · h7 svart bonde · d5 svart bonde · d4 vit bonde · a2 vit bonde · b2 vit bonde · c2 vit bonde · e2 vit bonde · f2 vit bonde · g2 vit bonde · h2 vit bonde · a1 vit torn · b1 vit springare · c1 vit löpare · d1 vit drottning · e1 vit kung · f1 vit löpare · g1 vit springare · h1 vit torn | a8 svart torn · b8 svart springare · c8 svart löpare · d8 svart drottning · e8 svart kung · f8 svart löpare · g8 svart springare · h8 svart torn · a7 svart bonde · b7 svart bonde · c7 svart bonde · e7 svart bonde · f7 svart bonde · g7 svart bonde · h7 svart bonde · d5 svart bonde · d4 vit bonde · a2 vit bonde · b2 vit bonde · c2 vit bonde · e2 vit bonde · f2 vit bonde · g2 vit bonde · h2 vit bonde · a1 vit torn · b1 vit springare · c1 vit löpare · d1 vit drottning · e1 vit kung · f1 vit löpare · g1 vit springare · h1 vit torn | a8 svart torn · b8 svart springare · c8 svart löpare · d8 svart drottning · e8 svart kung · f8 svart löpare · g8 svart springare · h8 svart torn · a7 svart bonde · b7 svart bonde · c7 svart bonde · e7 svart bonde · f7 svart bonde · g7 svart bonde · h7 svart bonde · d5 svart bonde · d4 vit bonde · a2 vit bonde · b2 vit bonde · c2 vit bonde · e2 vit bonde · f2 vit bonde · g2 vit bonde · h2 vit bonde · a1 vit torn · b1 vit springare · c1 vit löpare · d1 vit drottning · e1 vit kung · f1 vit löpare · g1 vit springare · h1 vit torn | 5 |
| 4 | a8 svart torn · b8 svart springare · c8 svart löpare · d8 svart drottning · e8 svart kung · f8 svart löpare · g8 svart springare · h8 svart torn · a7 svart bonde · b7 svart bonde · c7 svart bonde · e7 svart bonde · f7 svart bonde · g7 svart bonde · h7 svart bonde · d5 svart bonde · d4 vit bonde · a2 vit bonde · b2 vit bonde · c2 vit bonde · e2 vit bonde · f2 vit bonde · g2 vit bonde · h2 vit bonde · a1 vit torn · b1 vit springare · c1 vit löpare · d1 vit drottning · e1 vit kung · f1 vit löpare · g1 vit springare · h1 vit torn | a8 svart torn · b8 svart springare · c8 svart löpare · d8 svart drottning · e8 svart kung · f8 svart löpare · g8 svart springare · h8 svart torn · a7 svart bonde · b7 svart bonde · c7 svart bonde · e7 svart bonde · f7 svart bonde · g7 svart bonde · h7 svart bonde · d5 svart bonde · d4 vit bonde · a2 vit bonde · b2 vit bonde · c2 vit bonde · e2 vit bonde · f2 vit bonde · g2 vit bonde · h2 vit bonde · a1 vit torn · b1 vit springare · c1 vit löpare · d1 vit drottning · e1 vit kung · f1 vit löpare · g1 vit springare · h1 vit torn | a8 svart torn · b8 svart springare · c8 svart löpare · d8 svart drottning · e8 svart kung · f8 svart löpare · g8 svart springare · h8 svart torn · a7 svart bonde · b7 svart bonde · c7 svart bonde · e7 svart bonde · f7 svart bonde · g7 svart bonde · h7 svart bonde · d5 svart bonde · d4 vit bonde · a2 vit bonde · b2 vit bonde · c2 vit bonde · e2 vit bonde · f2 vit bonde · g2 vit bonde · h2 vit bonde · a1 vit torn · b1 vit springare · c1 vit löpare · d1 vit drottning · e1 vit kung · f1 vit löpare · g1 vit springare · h1 vit torn | a8 svart torn · b8 svart springare · c8 svart löpare · d8 svart drottning · e8 svart kung · f8 svart löpare · g8 svart springare · h8 svart torn · a7 svart bonde · b7 svart bonde · c7 svart bonde · e7 svart bonde · f7 svart bonde · g7 svart bonde · h7 svart bonde · d5 svart bonde · d4 vit bonde · a2 vit bonde · b2 vit bonde · c2 vit bonde · e2 vit bonde · f2 vit bonde · g2 vit bonde · h2 vit bonde · a1 vit torn · b1 vit springare · c1 vit löpare · d1 vit drottning · e1 vit kung · f1 vit löpare · g1 vit springare · h1 vit torn | a8 svart torn · b8 svart springare · c8 svart löpare · d8 svart drottning · e8 svart kung · f8 svart löpare · g8 svart springare · h8 svart torn · a7 svart bonde · b7 svart bonde · c7 svart bonde · e7 svart bonde · f7 svart bonde · g7 svart bonde · h7 svart bonde · d5 svart bonde · d4 vit bonde · a2 vit bonde · b2 vit bonde · c2 vit bonde · e2 vit bonde · f2 vit bonde · g2 vit bonde · h2 vit bonde · a1 vit torn · b1 vit springare · c1 vit löpare · d1 vit drottning · e1 vit kung · f1 vit löpare · g1 vit springare · h1 vit torn | a8 svart torn · b8 svart springare · c8 svart löpare · d8 svart drottning · e8 svart kung · f8 svart löpare · g8 svart springare · h8 svart torn · a7 svart bonde · b7 svart bonde · c7 svart bonde · e7 svart bonde · f7 svart bonde · g7 svart bonde · h7 svart bonde · d5 svart bonde · d4 vit bonde · a2 vit bonde · b2 vit bonde · c2 vit bonde · e2 vit bonde · f2 vit bonde · g2 vit bonde · h2 vit bonde · a1 vit torn · b1 vit springare · c1 vit löpare · d1 vit drottning · e1 vit kung · f1 vit löpare · g1 vit springare · h1 vit torn | a8 svart torn · b8 svart springare · c8 svart löpare · d8 svart drottning · e8 svart kung · f8 svart löpare · g8 svart springare · h8 svart torn · a7 svart bonde · b7 svart bonde · c7 svart bonde · e7 svart bonde · f7 svart bonde · g7 svart bonde · h7 svart bonde · d5 svart bonde · d4 vit bonde · a2 vit bonde · b2 vit bonde · c2 vit bonde · e2 vit bonde · f2 vit bonde · g2 vit bonde · h2 vit bonde · a1 vit torn · b1 vit springare · c1 vit löpare · d1 vit drottning · e1 vit kung · f1 vit löpare · g1 vit springare · h1 vit torn | a8 svart torn · b8 svart springare · c8 svart löpare · d8 svart drottning · e8 svart kung · f8 svart löpare · g8 svart springare · h8 svart torn · a7 svart bonde · b7 svart bonde · c7 svart bonde · e7 svart bonde · f7 svart bonde · g7 svart bonde · h7 svart bonde · d5 svart bonde · d4 vit bonde · a2 vit bonde · b2 vit bonde · c2 vit bonde · e2 vit bonde · f2 vit bonde · g2 vit bonde · h2 vit bonde · a1 vit torn · b1 vit springare · c1 vit löpare · d1 vit drottning · e1 vit kung · f1 vit löpare · g1 vit springare · h1 vit torn | 4 |
| 3 | a8 svart torn · b8 svart springare · c8 svart löpare · d8 svart drottning · e8 svart kung · f8 svart löpare · g8 svart springare · h8 svart torn · a7 svart bonde · b7 svart bonde · c7 svart bonde · e7 svart bonde · f7 svart bonde · g7 svart bonde · h7 svart bonde · d5 svart bonde · d4 vit bonde · a2 vit bonde · b2 vit bonde · c2 vit bonde · e2 vit bonde · f2 vit bonde · g2 vit bonde · h2 vit bonde · a1 vit torn · b1 vit springare · c1 vit löpare · d1 vit drottning · e1 vit kung · f1 vit löpare · g1 vit springare · h1 vit torn | a8 svart torn · b8 svart springare · c8 svart löpare · d8 svart drottning · e8 svart kung · f8 svart löpare · g8 svart springare · h8 svart torn · a7 svart bonde · b7 svart bonde · c7 svart bonde · e7 svart bonde · f7 svart bonde · g7 svart bonde · h7 svart bonde · d5 svart bonde · d4 vit bonde · a2 vit bonde · b2 vit bonde · c2 vit bonde · e2 vit bonde · f2 vit bonde · g2 vit bonde · h2 vit bonde · a1 vit torn · b1 vit springare · c1 vit löpare · d1 vit drottning · e1 vit kung · f1 vit löpare · g1 vit springare · h1 vit torn | a8 svart torn · b8 svart springare · c8 svart löpare · d8 svart drottning · e8 svart kung · f8 svart löpare · g8 svart springare · h8 svart torn · a7 svart bonde · b7 svart bonde · c7 svart bonde · e7 svart bonde · f7 svart bonde · g7 svart bonde · h7 svart bonde · d5 svart bonde · d4 vit bonde · a2 vit bonde · b2 vit bonde · c2 vit bonde · e2 vit bonde · f2 vit bonde · g2 vit bonde · h2 vit bonde · a1 vit torn · b1 vit springare · c1 vit löpare · d1 vit drottning · e1 vit kung · f1 vit löpare · g1 vit springare · h1 vit torn | a8 svart torn · b8 svart springare · c8 svart löpare · d8 svart drottning · e8 svart kung · f8 svart löpare · g8 svart springare · h8 svart torn · a7 svart bonde · b7 svart bonde · c7 svart bonde · e7 svart bonde · f7 svart bonde · g7 svart bonde · h7 svart bonde · d5 svart bonde · d4 vit bonde · a2 vit bonde · b2 vit bonde · c2 vit bonde · e2 vit bonde · f2 vit bonde · g2 vit bonde · h2 vit bonde · a1 vit torn · b1 vit springare · c1 vit löpare · d1 vit drottning · e1 vit kung · f1 vit löpare · g1 vit springare · h1 vit torn | a8 svart torn · b8 svart springare · c8 svart löpare · d8 svart drottning · e8 svart kung · f8 svart löpare · g8 svart springare · h8 svart torn · a7 svart bonde · b7 svart bonde · c7 svart bonde · e7 svart bonde · f7 svart bonde · g7 svart bonde · h7 svart bonde · d5 svart bonde · d4 vit bonde · a2 vit bonde · b2 vit bonde · c2 vit bonde · e2 vit bonde · f2 vit bonde · g2 vit bonde · h2 vit bonde · a1 vit torn · b1 vit springare · c1 vit löpare · d1 vit drottning · e1 vit kung · f1 vit löpare · g1 vit springare · h1 vit torn | a8 svart torn · b8 svart springare · c8 svart löpare · d8 svart drottning · e8 svart kung · f8 svart löpare · g8 svart springare · h8 svart torn · a7 svart bonde · b7 svart bonde · c7 svart bonde · e7 svart bonde · f7 svart bonde · g7 svart bonde · h7 svart bonde · d5 svart bonde · d4 vit bonde · a2 vit bonde · b2 vit bonde · c2 vit bonde · e2 vit bonde · f2 vit bonde · g2 vit bonde · h2 vit bonde · a1 vit torn · b1 vit springare · c1 vit löpare · d1 vit drottning · e1 vit kung · f1 vit löpare · g1 vit springare · h1 vit torn | a8 svart torn · b8 svart springare · c8 svart löpare · d8 svart drottning · e8 svart kung · f8 svart löpare · g8 svart springare · h8 svart torn · a7 svart bonde · b7 svart bonde · c7 svart bonde · e7 svart bonde · f7 svart bonde · g7 svart bonde · h7 svart bonde · d5 svart bonde · d4 vit bonde · a2 vit bonde · b2 vit bonde · c2 vit bonde · e2 vit bonde · f2 vit bonde · g2 vit bonde · h2 vit bonde · a1 vit torn · b1 vit springare · c1 vit löpare · d1 vit drottning · e1 vit kung · f1 vit löpare · g1 vit springare · h1 vit torn | a8 svart torn · b8 svart springare · c8 svart löpare · d8 svart drottning · e8 svart kung · f8 svart löpare · g8 svart springare · h8 svart torn · a7 svart bonde · b7 svart bonde · c7 svart bonde · e7 svart bonde · f7 svart bonde · g7 svart bonde · h7 svart bonde · d5 svart bonde · d4 vit bonde · a2 vit bonde · b2 vit bonde · c2 vit bonde · e2 vit bonde · f2 vit bonde · g2 vit bonde · h2 vit bonde · a1 vit torn · b1 vit springare · c1 vit löpare · d1 vit drottning · e1 vit kung · f1 vit löpare · g1 vit springare · h1 vit torn | 3 |
| 2 | a8 svart torn · b8 svart springare · c8 svart löpare · d8 svart drottning · e8 svart kung · f8 svart löpare · g8 svart springare · h8 svart torn · a7 svart bonde · b7 svart bonde · c7 svart bonde · e7 svart bonde · f7 svart bonde · g7 svart bonde · h7 svart bonde · d5 svart bonde · d4 vit bonde · a2 vit bonde · b2 vit bonde · c2 vit bonde · e2 vit bonde · f2 vit bonde · g2 vit bonde · h2 vit bonde · a1 vit torn · b1 vit springare · c1 vit löpare · d1 vit drottning · e1 vit kung · f1 vit löpare · g1 vit springare · h1 vit torn | a8 svart torn · b8 svart springare · c8 svart löpare · d8 svart drottning · e8 svart kung · f8 svart löpare · g8 svart springare · h8 svart torn · a7 svart bonde · b7 svart bonde · c7 svart bonde · e7 svart bonde · f7 svart bonde · g7 svart bonde · h7 svart bonde · d5 svart bonde · d4 vit bonde · a2 vit bonde · b2 vit bonde · c2 vit bonde · e2 vit bonde · f2 vit bonde · g2 vit bonde · h2 vit bonde · a1 vit torn · b1 vit springare · c1 vit löpare · d1 vit drottning · e1 vit kung · f1 vit löpare · g1 vit springare · h1 vit torn | a8 svart torn · b8 svart springare · c8 svart löpare · d8 svart drottning · e8 svart kung · f8 svart löpare · g8 svart springare · h8 svart torn · a7 svart bonde · b7 svart bonde · c7 svart bonde · e7 svart bonde · f7 svart bonde · g7 svart bonde · h7 svart bonde · d5 svart bonde · d4 vit bonde · a2 vit bonde · b2 vit bonde · c2 vit bonde · e2 vit bonde · f2 vit bonde · g2 vit bonde · h2 vit bonde · a1 vit torn · b1 vit springare · c1 vit löpare · d1 vit drottning · e1 vit kung · f1 vit löpare · g1 vit springare · h1 vit torn | a8 svart torn · b8 svart springare · c8 svart löpare · d8 svart drottning · e8 svart kung · f8 svart löpare · g8 svart springare · h8 svart torn · a7 svart bonde · b7 svart bonde · c7 svart bonde · e7 svart bonde · f7 svart bonde · g7 svart bonde · h7 svart bonde · d5 svart bonde · d4 vit bonde · a2 vit bonde · b2 vit bonde · c2 vit bonde · e2 vit bonde · f2 vit bonde · g2 vit bonde · h2 vit bonde · a1 vit torn · b1 vit springare · c1 vit löpare · d1 vit drottning · e1 vit kung · f1 vit löpare · g1 vit springare · h1 vit torn | a8 svart torn · b8 svart springare · c8 svart löpare · d8 svart drottning · e8 svart kung · f8 svart löpare · g8 svart springare · h8 svart torn · a7 svart bonde · b7 svart bonde · c7 svart bonde · e7 svart bonde · f7 svart bonde · g7 svart bonde · h7 svart bonde · d5 svart bonde · d4 vit bonde · a2 vit bonde · b2 vit bonde · c2 vit bonde · e2 vit bonde · f2 vit bonde · g2 vit bonde · h2 vit bonde · a1 vit torn · b1 vit springare · c1 vit löpare · d1 vit drottning · e1 vit kung · f1 vit löpare · g1 vit springare · h1 vit torn | a8 svart torn · b8 svart springare · c8 svart löpare · d8 svart drottning · e8 svart kung · f8 svart löpare · g8 svart springare · h8 svart torn · a7 svart bonde · b7 svart bonde · c7 svart bonde · e7 svart bonde · f7 svart bonde · g7 svart bonde · h7 svart bonde · d5 svart bonde · d4 vit bonde · a2 vit bonde · b2 vit bonde · c2 vit bonde · e2 vit bonde · f2 vit bonde · g2 vit bonde · h2 vit bonde · a1 vit torn · b1 vit springare · c1 vit löpare · d1 vit drottning · e1 vit kung · f1 vit löpare · g1 vit springare · h1 vit torn | a8 svart torn · b8 svart springare · c8 svart löpare · d8 svart drottning · e8 svart kung · f8 svart löpare · g8 svart springare · h8 svart torn · a7 svart bonde · b7 svart bonde · c7 svart bonde · e7 svart bonde · f7 svart bonde · g7 svart bonde · h7 svart bonde · d5 svart bonde · d4 vit bonde · a2 vit bonde · b2 vit bonde · c2 vit bonde · e2 vit bonde · f2 vit bonde · g2 vit bonde · h2 vit bonde · a1 vit torn · b1 vit springare · c1 vit löpare · d1 vit drottning · e1 vit kung · f1 vit löpare · g1 vit springare · h1 vit torn | a8 svart torn · b8 svart springare · c8 svart löpare · d8 svart drottning · e8 svart kung · f8 svart löpare · g8 svart springare · h8 svart torn · a7 svart bonde · b7 svart bonde · c7 svart bonde · e7 svart bonde · f7 svart bonde · g7 svart bonde · h7 svart bonde · d5 svart bonde · d4 vit bonde · a2 vit bonde · b2 vit bonde · c2 vit bonde · e2 vit bonde · f2 vit bonde · g2 vit bonde · h2 vit bonde · a1 vit torn · b1 vit springare · c1 vit löpare · d1 vit drottning · e1 vit kung · f1 vit löpare · g1 vit springare · h1 vit torn | 2 |
| 1 | a8 svart torn · b8 svart springare · c8 svart löpare · d8 svart drottning · e8 svart kung · f8 svart löpare · g8 svart springare · h8 svart torn · a7 svart bonde · b7 svart bonde · c7 svart bonde · e7 svart bonde · f7 svart bonde · g7 svart bonde · h7 svart bonde · d5 svart bonde · d4 vit bonde · a2 vit bonde · b2 vit bonde · c2 vit bonde · e2 vit bonde · f2 vit bonde · g2 vit bonde · h2 vit bonde · a1 vit torn · b1 vit springare · c1 vit löpare · d1 vit drottning · e1 vit kung · f1 vit löpare · g1 vit springare · h1 vit torn | a8 svart torn · b8 svart springare · c8 svart löpare · d8 svart drottning · e8 svart kung · f8 svart löpare · g8 svart springare · h8 svart torn · a7 svart bonde · b7 svart bonde · c7 svart bonde · e7 svart bonde · f7 svart bonde · g7 svart bonde · h7 svart bonde · d5 svart bonde · d4 vit bonde · a2 vit bonde · b2 vit bonde · c2 vit bonde · e2 vit bonde · f2 vit bonde · g2 vit bonde · h2 vit bonde · a1 vit torn · b1 vit springare · c1 vit löpare · d1 vit drottning · e1 vit kung · f1 vit löpare · g1 vit springare · h1 vit torn | a8 svart torn · b8 svart springare · c8 svart löpare · d8 svart drottning · e8 svart kung · f8 svart löpare · g8 svart springare · h8 svart torn · a7 svart bonde · b7 svart bonde · c7 svart bonde · e7 svart bonde · f7 svart bonde · g7 svart bonde · h7 svart bonde · d5 svart bonde · d4 vit bonde · a2 vit bonde · b2 vit bonde · c2 vit bonde · e2 vit bonde · f2 vit bonde · g2 vit bonde · h2 vit bonde · a1 vit torn · b1 vit springare · c1 vit löpare · d1 vit drottning · e1 vit kung · f1 vit löpare · g1 vit springare · h1 vit torn | a8 svart torn · b8 svart springare · c8 svart löpare · d8 svart drottning · e8 svart kung · f8 svart löpare · g8 svart springare · h8 svart torn · a7 svart bonde · b7 svart bonde · c7 svart bonde · e7 svart bonde · f7 svart bonde · g7 svart bonde · h7 svart bonde · d5 svart bonde · d4 vit bonde · a2 vit bonde · b2 vit bonde · c2 vit bonde · e2 vit bonde · f2 vit bonde · g2 vit bonde · h2 vit bonde · a1 vit torn · b1 vit springare · c1 vit löpare · d1 vit drottning · e1 vit kung · f1 vit löpare · g1 vit springare · h1 vit torn | a8 svart torn · b8 svart springare · c8 svart löpare · d8 svart drottning · e8 svart kung · f8 svart löpare · g8 svart springare · h8 svart torn · a7 svart bonde · b7 svart bonde · c7 svart bonde · e7 svart bonde · f7 svart bonde · g7 svart bonde · h7 svart bonde · d5 svart bonde · d4 vit bonde · a2 vit bonde · b2 vit bonde · c2 vit bonde · e2 vit bonde · f2 vit bonde · g2 vit bonde · h2 vit bonde · a1 vit torn · b1 vit springare · c1 vit löpare · d1 vit drottning · e1 vit kung · f1 vit löpare · g1 vit springare · h1 vit torn | a8 svart torn · b8 svart springare · c8 svart löpare · d8 svart drottning · e8 svart kung · f8 svart löpare · g8 svart springare · h8 svart torn · a7 svart bonde · b7 svart bonde · c7 svart bonde · e7 svart bonde · f7 svart bonde · g7 svart bonde · h7 svart bonde · d5 svart bonde · d4 vit bonde · a2 vit bonde · b2 vit bonde · c2 vit bonde · e2 vit bonde · f2 vit bonde · g2 vit bonde · h2 vit bonde · a1 vit torn · b1 vit springare · c1 vit löpare · d1 vit drottning · e1 vit kung · f1 vit löpare · g1 vit springare · h1 vit torn | a8 svart torn · b8 svart springare · c8 svart löpare · d8 svart drottning · e8 svart kung · f8 svart löpare · g8 svart springare · h8 svart torn · a7 svart bonde · b7 svart bonde · c7 svart bonde · e7 svart bonde · f7 svart bonde · g7 svart bonde · h7 svart bonde · d5 svart bonde · d4 vit bonde · a2 vit bonde · b2 vit bonde · c2 vit bonde · e2 vit bonde · f2 vit bonde · g2 vit bonde · h2 vit bonde · a1 vit torn · b1 vit springare · c1 vit löpare · d1 vit drottning · e1 vit kung · f1 vit löpare · g1 vit springare · h1 vit torn | a8 svart torn · b8 svart springare · c8 svart löpare · d8 svart drottning · e8 svart kung · f8 svart löpare · g8 svart springare · h8 svart torn · a7 svart bonde · b7 svart bonde · c7 svart bonde · e7 svart bonde · f7 svart bonde · g7 svart bonde · h7 svart bonde · d5 svart bonde · d4 vit bonde · a2 vit bonde · b2 vit bonde · c2 vit bonde · e2 vit bonde · f2 vit bonde · g2 vit bonde · h2 vit bonde · a1 vit torn · b1 vit springare · c1 vit löpare · d1 vit drottning · e1 vit kung · f1 vit löpare · g1 vit springare · h1 vit torn | 1 |
|   | a | b | c | d | e | f | g | h |   |

D00 Dambondespel
1.d4 d5
D01 Richter-Veresovs angrepp
1.d4 d5 2.Sc3 Sf6 3.Lg5
D02 Dambondespel
1.d4 d5 2.Sf3
D03 Torreangreppet (Tartakowervarianten)
1.d4 d5 2.Sf3 Sf6 3.Lg5
D04 Dambondespel
1.d4 d5 2.Sf3 Sf6 3.e3
D05 Dambondespel
1.d4 d5 2.Sf3 Sf6 3.e3 e6
D06 Damgambit, avböjd
1.d4 d5 2.c4
D07 Tjigorins försvar
1.d4 d5 2.c4 Sc6
D08 Albins motgambit
1.d4 d5 2.c4 e5
D09 Albins motgambit, 5.g3
1.d4 d5 2.c4 e5 3.dxe5 d4 4.Sf3 Sc6 5.g3

### D10-D19: Slaviskt parti
|   | a | b | c | d | e | f | g | h |   |
| 8 | a8 svart torn · b8 svart springare · c8 svart löpare · d8 svart drottning · e8 svart kung · f8 svart löpare · g8 svart springare · h8 svart torn · a7 svart bonde · b7 svart bonde · e7 svart bonde · f7 svart bonde · g7 svart bonde · h7 svart bonde · c6 svart bonde · d5 svart bonde · c4 vit bonde · d4 vit bonde · a2 vit bonde · b2 vit bonde · e2 vit bonde · f2 vit bonde · g2 vit bonde · h2 vit bonde · a1 vit torn · b1 vit springare · c1 vit löpare · d1 vit drottning · e1 vit kung · f1 vit löpare · g1 vit springare · h1 vit torn | a8 svart torn · b8 svart springare · c8 svart löpare · d8 svart drottning · e8 svart kung · f8 svart löpare · g8 svart springare · h8 svart torn · a7 svart bonde · b7 svart bonde · e7 svart bonde · f7 svart bonde · g7 svart bonde · h7 svart bonde · c6 svart bonde · d5 svart bonde · c4 vit bonde · d4 vit bonde · a2 vit bonde · b2 vit bonde · e2 vit bonde · f2 vit bonde · g2 vit bonde · h2 vit bonde · a1 vit torn · b1 vit springare · c1 vit löpare · d1 vit drottning · e1 vit kung · f1 vit löpare · g1 vit springare · h1 vit torn | a8 svart torn · b8 svart springare · c8 svart löpare · d8 svart drottning · e8 svart kung · f8 svart löpare · g8 svart springare · h8 svart torn · a7 svart bonde · b7 svart bonde · e7 svart bonde · f7 svart bonde · g7 svart bonde · h7 svart bonde · c6 svart bonde · d5 svart bonde · c4 vit bonde · d4 vit bonde · a2 vit bonde · b2 vit bonde · e2 vit bonde · f2 vit bonde · g2 vit bonde · h2 vit bonde · a1 vit torn · b1 vit springare · c1 vit löpare · d1 vit drottning · e1 vit kung · f1 vit löpare · g1 vit springare · h1 vit torn | a8 svart torn · b8 svart springare · c8 svart löpare · d8 svart drottning · e8 svart kung · f8 svart löpare · g8 svart springare · h8 svart torn · a7 svart bonde · b7 svart bonde · e7 svart bonde · f7 svart bonde · g7 svart bonde · h7 svart bonde · c6 svart bonde · d5 svart bonde · c4 vit bonde · d4 vit bonde · a2 vit bonde · b2 vit bonde · e2 vit bonde · f2 vit bonde · g2 vit bonde · h2 vit bonde · a1 vit torn · b1 vit springare · c1 vit löpare · d1 vit drottning · e1 vit kung · f1 vit löpare · g1 vit springare · h1 vit torn | a8 svart torn · b8 svart springare · c8 svart löpare · d8 svart drottning · e8 svart kung · f8 svart löpare · g8 svart springare · h8 svart torn · a7 svart bonde · b7 svart bonde · e7 svart bonde · f7 svart bonde · g7 svart bonde · h7 svart bonde · c6 svart bonde · d5 svart bonde · c4 vit bonde · d4 vit bonde · a2 vit bonde · b2 vit bonde · e2 vit bonde · f2 vit bonde · g2 vit bonde · h2 vit bonde · a1 vit torn · b1 vit springare · c1 vit löpare · d1 vit drottning · e1 vit kung · f1 vit löpare · g1 vit springare · h1 vit torn | a8 svart torn · b8 svart springare · c8 svart löpare · d8 svart drottning · e8 svart kung · f8 svart löpare · g8 svart springare · h8 svart torn · a7 svart bonde · b7 svart bonde · e7 svart bonde · f7 svart bonde · g7 svart bonde · h7 svart bonde · c6 svart bonde · d5 svart bonde · c4 vit bonde · d4 vit bonde · a2 vit bonde · b2 vit bonde · e2 vit bonde · f2 vit bonde · g2 vit bonde · h2 vit bonde · a1 vit torn · b1 vit springare · c1 vit löpare · d1 vit drottning · e1 vit kung · f1 vit löpare · g1 vit springare · h1 vit torn | a8 svart torn · b8 svart springare · c8 svart löpare · d8 svart drottning · e8 svart kung · f8 svart löpare · g8 svart springare · h8 svart torn · a7 svart bonde · b7 svart bonde · e7 svart bonde · f7 svart bonde · g7 svart bonde · h7 svart bonde · c6 svart bonde · d5 svart bonde · c4 vit bonde · d4 vit bonde · a2 vit bonde · b2 vit bonde · e2 vit bonde · f2 vit bonde · g2 vit bonde · h2 vit bonde · a1 vit torn · b1 vit springare · c1 vit löpare · d1 vit drottning · e1 vit kung · f1 vit löpare · g1 vit springare · h1 vit torn | a8 svart torn · b8 svart springare · c8 svart löpare · d8 svart drottning · e8 svart kung · f8 svart löpare · g8 svart springare · h8 svart torn · a7 svart bonde · b7 svart bonde · e7 svart bonde · f7 svart bonde · g7 svart bonde · h7 svart bonde · c6 svart bonde · d5 svart bonde · c4 vit bonde · d4 vit bonde · a2 vit bonde · b2 vit bonde · e2 vit bonde · f2 vit bonde · g2 vit bonde · h2 vit bonde · a1 vit torn · b1 vit springare · c1 vit löpare · d1 vit drottning · e1 vit kung · f1 vit löpare · g1 vit springare · h1 vit torn | 8 |
| 7 | a8 svart torn · b8 svart springare · c8 svart löpare · d8 svart drottning · e8 svart kung · f8 svart löpare · g8 svart springare · h8 svart torn · a7 svart bonde · b7 svart bonde · e7 svart bonde · f7 svart bonde · g7 svart bonde · h7 svart bonde · c6 svart bonde · d5 svart bonde · c4 vit bonde · d4 vit bonde · a2 vit bonde · b2 vit bonde · e2 vit bonde · f2 vit bonde · g2 vit bonde · h2 vit bonde · a1 vit torn · b1 vit springare · c1 vit löpare · d1 vit drottning · e1 vit kung · f1 vit löpare · g1 vit springare · h1 vit torn | a8 svart torn · b8 svart springare · c8 svart löpare · d8 svart drottning · e8 svart kung · f8 svart löpare · g8 svart springare · h8 svart torn · a7 svart bonde · b7 svart bonde · e7 svart bonde · f7 svart bonde · g7 svart bonde · h7 svart bonde · c6 svart bonde · d5 svart bonde · c4 vit bonde · d4 vit bonde · a2 vit bonde · b2 vit bonde · e2 vit bonde · f2 vit bonde · g2 vit bonde · h2 vit bonde · a1 vit torn · b1 vit springare · c1 vit löpare · d1 vit drottning · e1 vit kung · f1 vit löpare · g1 vit springare · h1 vit torn | a8 svart torn · b8 svart springare · c8 svart löpare · d8 svart drottning · e8 svart kung · f8 svart löpare · g8 svart springare · h8 svart torn · a7 svart bonde · b7 svart bonde · e7 svart bonde · f7 svart bonde · g7 svart bonde · h7 svart bonde · c6 svart bonde · d5 svart bonde · c4 vit bonde · d4 vit bonde · a2 vit bonde · b2 vit bonde · e2 vit bonde · f2 vit bonde · g2 vit bonde · h2 vit bonde · a1 vit torn · b1 vit springare · c1 vit löpare · d1 vit drottning · e1 vit kung · f1 vit löpare · g1 vit springare · h1 vit torn | a8 svart torn · b8 svart springare · c8 svart löpare · d8 svart drottning · e8 svart kung · f8 svart löpare · g8 svart springare · h8 svart torn · a7 svart bonde · b7 svart bonde · e7 svart bonde · f7 svart bonde · g7 svart bonde · h7 svart bonde · c6 svart bonde · d5 svart bonde · c4 vit bonde · d4 vit bonde · a2 vit bonde · b2 vit bonde · e2 vit bonde · f2 vit bonde · g2 vit bonde · h2 vit bonde · a1 vit torn · b1 vit springare · c1 vit löpare · d1 vit drottning · e1 vit kung · f1 vit löpare · g1 vit springare · h1 vit torn | a8 svart torn · b8 svart springare · c8 svart löpare · d8 svart drottning · e8 svart kung · f8 svart löpare · g8 svart springare · h8 svart torn · a7 svart bonde · b7 svart bonde · e7 svart bonde · f7 svart bonde · g7 svart bonde · h7 svart bonde · c6 svart bonde · d5 svart bonde · c4 vit bonde · d4 vit bonde · a2 vit bonde · b2 vit bonde · e2 vit bonde · f2 vit bonde · g2 vit bonde · h2 vit bonde · a1 vit torn · b1 vit springare · c1 vit löpare · d1 vit drottning · e1 vit kung · f1 vit löpare · g1 vit springare · h1 vit torn | a8 svart torn · b8 svart springare · c8 svart löpare · d8 svart drottning · e8 svart kung · f8 svart löpare · g8 svart springare · h8 svart torn · a7 svart bonde · b7 svart bonde · e7 svart bonde · f7 svart bonde · g7 svart bonde · h7 svart bonde · c6 svart bonde · d5 svart bonde · c4 vit bonde · d4 vit bonde · a2 vit bonde · b2 vit bonde · e2 vit bonde · f2 vit bonde · g2 vit bonde · h2 vit bonde · a1 vit torn · b1 vit springare · c1 vit löpare · d1 vit drottning · e1 vit kung · f1 vit löpare · g1 vit springare · h1 vit torn | a8 svart torn · b8 svart springare · c8 svart löpare · d8 svart drottning · e8 svart kung · f8 svart löpare · g8 svart springare · h8 svart torn · a7 svart bonde · b7 svart bonde · e7 svart bonde · f7 svart bonde · g7 svart bonde · h7 svart bonde · c6 svart bonde · d5 svart bonde · c4 vit bonde · d4 vit bonde · a2 vit bonde · b2 vit bonde · e2 vit bonde · f2 vit bonde · g2 vit bonde · h2 vit bonde · a1 vit torn · b1 vit springare · c1 vit löpare · d1 vit drottning · e1 vit kung · f1 vit löpare · g1 vit springare · h1 vit torn | a8 svart torn · b8 svart springare · c8 svart löpare · d8 svart drottning · e8 svart kung · f8 svart löpare · g8 svart springare · h8 svart torn · a7 svart bonde · b7 svart bonde · e7 svart bonde · f7 svart bonde · g7 svart bonde · h7 svart bonde · c6 svart bonde · d5 svart bonde · c4 vit bonde · d4 vit bonde · a2 vit bonde · b2 vit bonde · e2 vit bonde · f2 vit bonde · g2 vit bonde · h2 vit bonde · a1 vit torn · b1 vit springare · c1 vit löpare · d1 vit drottning · e1 vit kung · f1 vit löpare · g1 vit springare · h1 vit torn | 7 |
| 6 | a8 svart torn · b8 svart springare · c8 svart löpare · d8 svart drottning · e8 svart kung · f8 svart löpare · g8 svart springare · h8 svart torn · a7 svart bonde · b7 svart bonde · e7 svart bonde · f7 svart bonde · g7 svart bonde · h7 svart bonde · c6 svart bonde · d5 svart bonde · c4 vit bonde · d4 vit bonde · a2 vit bonde · b2 vit bonde · e2 vit bonde · f2 vit bonde · g2 vit bonde · h2 vit bonde · a1 vit torn · b1 vit springare · c1 vit löpare · d1 vit drottning · e1 vit kung · f1 vit löpare · g1 vit springare · h1 vit torn | a8 svart torn · b8 svart springare · c8 svart löpare · d8 svart drottning · e8 svart kung · f8 svart löpare · g8 svart springare · h8 svart torn · a7 svart bonde · b7 svart bonde · e7 svart bonde · f7 svart bonde · g7 svart bonde · h7 svart bonde · c6 svart bonde · d5 svart bonde · c4 vit bonde · d4 vit bonde · a2 vit bonde · b2 vit bonde · e2 vit bonde · f2 vit bonde · g2 vit bonde · h2 vit bonde · a1 vit torn · b1 vit springare · c1 vit löpare · d1 vit drottning · e1 vit kung · f1 vit löpare · g1 vit springare · h1 vit torn | a8 svart torn · b8 svart springare · c8 svart löpare · d8 svart drottning · e8 svart kung · f8 svart löpare · g8 svart springare · h8 svart torn · a7 svart bonde · b7 svart bonde · e7 svart bonde · f7 svart bonde · g7 svart bonde · h7 svart bonde · c6 svart bonde · d5 svart bonde · c4 vit bonde · d4 vit bonde · a2 vit bonde · b2 vit bonde · e2 vit bonde · f2 vit bonde · g2 vit bonde · h2 vit bonde · a1 vit torn · b1 vit springare · c1 vit löpare · d1 vit drottning · e1 vit kung · f1 vit löpare · g1 vit springare · h1 vit torn | a8 svart torn · b8 svart springare · c8 svart löpare · d8 svart drottning · e8 svart kung · f8 svart löpare · g8 svart springare · h8 svart torn · a7 svart bonde · b7 svart bonde · e7 svart bonde · f7 svart bonde · g7 svart bonde · h7 svart bonde · c6 svart bonde · d5 svart bonde · c4 vit bonde · d4 vit bonde · a2 vit bonde · b2 vit bonde · e2 vit bonde · f2 vit bonde · g2 vit bonde · h2 vit bonde · a1 vit torn · b1 vit springare · c1 vit löpare · d1 vit drottning · e1 vit kung · f1 vit löpare · g1 vit springare · h1 vit torn | a8 svart torn · b8 svart springare · c8 svart löpare · d8 svart drottning · e8 svart kung · f8 svart löpare · g8 svart springare · h8 svart torn · a7 svart bonde · b7 svart bonde · e7 svart bonde · f7 svart bonde · g7 svart bonde · h7 svart bonde · c6 svart bonde · d5 svart bonde · c4 vit bonde · d4 vit bonde · a2 vit bonde · b2 vit bonde · e2 vit bonde · f2 vit bonde · g2 vit bonde · h2 vit bonde · a1 vit torn · b1 vit springare · c1 vit löpare · d1 vit drottning · e1 vit kung · f1 vit löpare · g1 vit springare · h1 vit torn | a8 svart torn · b8 svart springare · c8 svart löpare · d8 svart drottning · e8 svart kung · f8 svart löpare · g8 svart springare · h8 svart torn · a7 svart bonde · b7 svart bonde · e7 svart bonde · f7 svart bonde · g7 svart bonde · h7 svart bonde · c6 svart bonde · d5 svart bonde · c4 vit bonde · d4 vit bonde · a2 vit bonde · b2 vit bonde · e2 vit bonde · f2 vit bonde · g2 vit bonde · h2 vit bonde · a1 vit torn · b1 vit springare · c1 vit löpare · d1 vit drottning · e1 vit kung · f1 vit löpare · g1 vit springare · h1 vit torn | a8 svart torn · b8 svart springare · c8 svart löpare · d8 svart drottning · e8 svart kung · f8 svart löpare · g8 svart springare · h8 svart torn · a7 svart bonde · b7 svart bonde · e7 svart bonde · f7 svart bonde · g7 svart bonde · h7 svart bonde · c6 svart bonde · d5 svart bonde · c4 vit bonde · d4 vit bonde · a2 vit bonde · b2 vit bonde · e2 vit bonde · f2 vit bonde · g2 vit bonde · h2 vit bonde · a1 vit torn · b1 vit springare · c1 vit löpare · d1 vit drottning · e1 vit kung · f1 vit löpare · g1 vit springare · h1 vit torn | a8 svart torn · b8 svart springare · c8 svart löpare · d8 svart drottning · e8 svart kung · f8 svart löpare · g8 svart springare · h8 svart torn · a7 svart bonde · b7 svart bonde · e7 svart bonde · f7 svart bonde · g7 svart bonde · h7 svart bonde · c6 svart bonde · d5 svart bonde · c4 vit bonde · d4 vit bonde · a2 vit bonde · b2 vit bonde · e2 vit bonde · f2 vit bonde · g2 vit bonde · h2 vit bonde · a1 vit torn · b1 vit springare · c1 vit löpare · d1 vit drottning · e1 vit kung · f1 vit löpare · g1 vit springare · h1 vit torn | 6 |
| 5 | a8 svart torn · b8 svart springare · c8 svart löpare · d8 svart drottning · e8 svart kung · f8 svart löpare · g8 svart springare · h8 svart torn · a7 svart bonde · b7 svart bonde · e7 svart bonde · f7 svart bonde · g7 svart bonde · h7 svart bonde · c6 svart bonde · d5 svart bonde · c4 vit bonde · d4 vit bonde · a2 vit bonde · b2 vit bonde · e2 vit bonde · f2 vit bonde · g2 vit bonde · h2 vit bonde · a1 vit torn · b1 vit springare · c1 vit löpare · d1 vit drottning · e1 vit kung · f1 vit löpare · g1 vit springare · h1 vit torn | a8 svart torn · b8 svart springare · c8 svart löpare · d8 svart drottning · e8 svart kung · f8 svart löpare · g8 svart springare · h8 svart torn · a7 svart bonde · b7 svart bonde · e7 svart bonde · f7 svart bonde · g7 svart bonde · h7 svart bonde · c6 svart bonde · d5 svart bonde · c4 vit bonde · d4 vit bonde · a2 vit bonde · b2 vit bonde · e2 vit bonde · f2 vit bonde · g2 vit bonde · h2 vit bonde · a1 vit torn · b1 vit springare · c1 vit löpare · d1 vit drottning · e1 vit kung · f1 vit löpare · g1 vit springare · h1 vit torn | a8 svart torn · b8 svart springare · c8 svart löpare · d8 svart drottning · e8 svart kung · f8 svart löpare · g8 svart springare · h8 svart torn · a7 svart bonde · b7 svart bonde · e7 svart bonde · f7 svart bonde · g7 svart bonde · h7 svart bonde · c6 svart bonde · d5 svart bonde · c4 vit bonde · d4 vit bonde · a2 vit bonde · b2 vit bonde · e2 vit bonde · f2 vit bonde · g2 vit bonde · h2 vit bonde · a1 vit torn · b1 vit springare · c1 vit löpare · d1 vit drottning · e1 vit kung · f1 vit löpare · g1 vit springare · h1 vit torn | a8 svart torn · b8 svart springare · c8 svart löpare · d8 svart drottning · e8 svart kung · f8 svart löpare · g8 svart springare · h8 svart torn · a7 svart bonde · b7 svart bonde · e7 svart bonde · f7 svart bonde · g7 svart bonde · h7 svart bonde · c6 svart bonde · d5 svart bonde · c4 vit bonde · d4 vit bonde · a2 vit bonde · b2 vit bonde · e2 vit bonde · f2 vit bonde · g2 vit bonde · h2 vit bonde · a1 vit torn · b1 vit springare · c1 vit löpare · d1 vit drottning · e1 vit kung · f1 vit löpare · g1 vit springare · h1 vit torn | a8 svart torn · b8 svart springare · c8 svart löpare · d8 svart drottning · e8 svart kung · f8 svart löpare · g8 svart springare · h8 svart torn · a7 svart bonde · b7 svart bonde · e7 svart bonde · f7 svart bonde · g7 svart bonde · h7 svart bonde · c6 svart bonde · d5 svart bonde · c4 vit bonde · d4 vit bonde · a2 vit bonde · b2 vit bonde · e2 vit bonde · f2 vit bonde · g2 vit bonde · h2 vit bonde · a1 vit torn · b1 vit springare · c1 vit löpare · d1 vit drottning · e1 vit kung · f1 vit löpare · g1 vit springare · h1 vit torn | a8 svart torn · b8 svart springare · c8 svart löpare · d8 svart drottning · e8 svart kung · f8 svart löpare · g8 svart springare · h8 svart torn · a7 svart bonde · b7 svart bonde · e7 svart bonde · f7 svart bonde · g7 svart bonde · h7 svart bonde · c6 svart bonde · d5 svart bonde · c4 vit bonde · d4 vit bonde · a2 vit bonde · b2 vit bonde · e2 vit bonde · f2 vit bonde · g2 vit bonde · h2 vit bonde · a1 vit torn · b1 vit springare · c1 vit löpare · d1 vit drottning · e1 vit kung · f1 vit löpare · g1 vit springare · h1 vit torn | a8 svart torn · b8 svart springare · c8 svart löpare · d8 svart drottning · e8 svart kung · f8 svart löpare · g8 svart springare · h8 svart torn · a7 svart bonde · b7 svart bonde · e7 svart bonde · f7 svart bonde · g7 svart bonde · h7 svart bonde · c6 svart bonde · d5 svart bonde · c4 vit bonde · d4 vit bonde · a2 vit bonde · b2 vit bonde · e2 vit bonde · f2 vit bonde · g2 vit bonde · h2 vit bonde · a1 vit torn · b1 vit springare · c1 vit löpare · d1 vit drottning · e1 vit kung · f1 vit löpare · g1 vit springare · h1 vit torn | a8 svart torn · b8 svart springare · c8 svart löpare · d8 svart drottning · e8 svart kung · f8 svart löpare · g8 svart springare · h8 svart torn · a7 svart bonde · b7 svart bonde · e7 svart bonde · f7 svart bonde · g7 svart bonde · h7 svart bonde · c6 svart bonde · d5 svart bonde · c4 vit bonde · d4 vit bonde · a2 vit bonde · b2 vit bonde · e2 vit bonde · f2 vit bonde · g2 vit bonde · h2 vit bonde · a1 vit torn · b1 vit springare · c1 vit löpare · d1 vit drottning · e1 vit kung · f1 vit löpare · g1 vit springare · h1 vit torn | 5 |
| 4 | a8 svart torn · b8 svart springare · c8 svart löpare · d8 svart drottning · e8 svart kung · f8 svart löpare · g8 svart springare · h8 svart torn · a7 svart bonde · b7 svart bonde · e7 svart bonde · f7 svart bonde · g7 svart bonde · h7 svart bonde · c6 svart bonde · d5 svart bonde · c4 vit bonde · d4 vit bonde · a2 vit bonde · b2 vit bonde · e2 vit bonde · f2 vit bonde · g2 vit bonde · h2 vit bonde · a1 vit torn · b1 vit springare · c1 vit löpare · d1 vit drottning · e1 vit kung · f1 vit löpare · g1 vit springare · h1 vit torn | a8 svart torn · b8 svart springare · c8 svart löpare · d8 svart drottning · e8 svart kung · f8 svart löpare · g8 svart springare · h8 svart torn · a7 svart bonde · b7 svart bonde · e7 svart bonde · f7 svart bonde · g7 svart bonde · h7 svart bonde · c6 svart bonde · d5 svart bonde · c4 vit bonde · d4 vit bonde · a2 vit bonde · b2 vit bonde · e2 vit bonde · f2 vit bonde · g2 vit bonde · h2 vit bonde · a1 vit torn · b1 vit springare · c1 vit löpare · d1 vit drottning · e1 vit kung · f1 vit löpare · g1 vit springare · h1 vit torn | a8 svart torn · b8 svart springare · c8 svart löpare · d8 svart drottning · e8 svart kung · f8 svart löpare · g8 svart springare · h8 svart torn · a7 svart bonde · b7 svart bonde · e7 svart bonde · f7 svart bonde · g7 svart bonde · h7 svart bonde · c6 svart bonde · d5 svart bonde · c4 vit bonde · d4 vit bonde · a2 vit bonde · b2 vit bonde · e2 vit bonde · f2 vit bonde · g2 vit bonde · h2 vit bonde · a1 vit torn · b1 vit springare · c1 vit löpare · d1 vit drottning · e1 vit kung · f1 vit löpare · g1 vit springare · h1 vit torn | a8 svart torn · b8 svart springare · c8 svart löpare · d8 svart drottning · e8 svart kung · f8 svart löpare · g8 svart springare · h8 svart torn · a7 svart bonde · b7 svart bonde · e7 svart bonde · f7 svart bonde · g7 svart bonde · h7 svart bonde · c6 svart bonde · d5 svart bonde · c4 vit bonde · d4 vit bonde · a2 vit bonde · b2 vit bonde · e2 vit bonde · f2 vit bonde · g2 vit bonde · h2 vit bonde · a1 vit torn · b1 vit springare · c1 vit löpare · d1 vit drottning · e1 vit kung · f1 vit löpare · g1 vit springare · h1 vit torn | a8 svart torn · b8 svart springare · c8 svart löpare · d8 svart drottning · e8 svart kung · f8 svart löpare · g8 svart springare · h8 svart torn · a7 svart bonde · b7 svart bonde · e7 svart bonde · f7 svart bonde · g7 svart bonde · h7 svart bonde · c6 svart bonde · d5 svart bonde · c4 vit bonde · d4 vit bonde · a2 vit bonde · b2 vit bonde · e2 vit bonde · f2 vit bonde · g2 vit bonde · h2 vit bonde · a1 vit torn · b1 vit springare · c1 vit löpare · d1 vit drottning · e1 vit kung · f1 vit löpare · g1 vit springare · h1 vit torn | a8 svart torn · b8 svart springare · c8 svart löpare · d8 svart drottning · e8 svart kung · f8 svart löpare · g8 svart springare · h8 svart torn · a7 svart bonde · b7 svart bonde · e7 svart bonde · f7 svart bonde · g7 svart bonde · h7 svart bonde · c6 svart bonde · d5 svart bonde · c4 vit bonde · d4 vit bonde · a2 vit bonde · b2 vit bonde · e2 vit bonde · f2 vit bonde · g2 vit bonde · h2 vit bonde · a1 vit torn · b1 vit springare · c1 vit löpare · d1 vit drottning · e1 vit kung · f1 vit löpare · g1 vit springare · h1 vit torn | a8 svart torn · b8 svart springare · c8 svart löpare · d8 svart drottning · e8 svart kung · f8 svart löpare · g8 svart springare · h8 svart torn · a7 svart bonde · b7 svart bonde · e7 svart bonde · f7 svart bonde · g7 svart bonde · h7 svart bonde · c6 svart bonde · d5 svart bonde · c4 vit bonde · d4 vit bonde · a2 vit bonde · b2 vit bonde · e2 vit bonde · f2 vit bonde · g2 vit bonde · h2 vit bonde · a1 vit torn · b1 vit springare · c1 vit löpare · d1 vit drottning · e1 vit kung · f1 vit löpare · g1 vit springare · h1 vit torn | a8 svart torn · b8 svart springare · c8 svart löpare · d8 svart drottning · e8 svart kung · f8 svart löpare · g8 svart springare · h8 svart torn · a7 svart bonde · b7 svart bonde · e7 svart bonde · f7 svart bonde · g7 svart bonde · h7 svart bonde · c6 svart bonde · d5 svart bonde · c4 vit bonde · d4 vit bonde · a2 vit bonde · b2 vit bonde · e2 vit bonde · f2 vit bonde · g2 vit bonde · h2 vit bonde · a1 vit torn · b1 vit springare · c1 vit löpare · d1 vit drottning · e1 vit kung · f1 vit löpare · g1 vit springare · h1 vit torn | 4 |
| 3 | a8 svart torn · b8 svart springare · c8 svart löpare · d8 svart drottning · e8 svart kung · f8 svart löpare · g8 svart springare · h8 svart torn · a7 svart bonde · b7 svart bonde · e7 svart bonde · f7 svart bonde · g7 svart bonde · h7 svart bonde · c6 svart bonde · d5 svart bonde · c4 vit bonde · d4 vit bonde · a2 vit bonde · b2 vit bonde · e2 vit bonde · f2 vit bonde · g2 vit bonde · h2 vit bonde · a1 vit torn · b1 vit springare · c1 vit löpare · d1 vit drottning · e1 vit kung · f1 vit löpare · g1 vit springare · h1 vit torn | a8 svart torn · b8 svart springare · c8 svart löpare · d8 svart drottning · e8 svart kung · f8 svart löpare · g8 svart springare · h8 svart torn · a7 svart bonde · b7 svart bonde · e7 svart bonde · f7 svart bonde · g7 svart bonde · h7 svart bonde · c6 svart bonde · d5 svart bonde · c4 vit bonde · d4 vit bonde · a2 vit bonde · b2 vit bonde · e2 vit bonde · f2 vit bonde · g2 vit bonde · h2 vit bonde · a1 vit torn · b1 vit springare · c1 vit löpare · d1 vit drottning · e1 vit kung · f1 vit löpare · g1 vit springare · h1 vit torn | a8 svart torn · b8 svart springare · c8 svart löpare · d8 svart drottning · e8 svart kung · f8 svart löpare · g8 svart springare · h8 svart torn · a7 svart bonde · b7 svart bonde · e7 svart bonde · f7 svart bonde · g7 svart bonde · h7 svart bonde · c6 svart bonde · d5 svart bonde · c4 vit bonde · d4 vit bonde · a2 vit bonde · b2 vit bonde · e2 vit bonde · f2 vit bonde · g2 vit bonde · h2 vit bonde · a1 vit torn · b1 vit springare · c1 vit löpare · d1 vit drottning · e1 vit kung · f1 vit löpare · g1 vit springare · h1 vit torn | a8 svart torn · b8 svart springare · c8 svart löpare · d8 svart drottning · e8 svart kung · f8 svart löpare · g8 svart springare · h8 svart torn · a7 svart bonde · b7 svart bonde · e7 svart bonde · f7 svart bonde · g7 svart bonde · h7 svart bonde · c6 svart bonde · d5 svart bonde · c4 vit bonde · d4 vit bonde · a2 vit bonde · b2 vit bonde · e2 vit bonde · f2 vit bonde · g2 vit bonde · h2 vit bonde · a1 vit torn · b1 vit springare · c1 vit löpare · d1 vit drottning · e1 vit kung · f1 vit löpare · g1 vit springare · h1 vit torn | a8 svart torn · b8 svart springare · c8 svart löpare · d8 svart drottning · e8 svart kung · f8 svart löpare · g8 svart springare · h8 svart torn · a7 svart bonde · b7 svart bonde · e7 svart bonde · f7 svart bonde · g7 svart bonde · h7 svart bonde · c6 svart bonde · d5 svart bonde · c4 vit bonde · d4 vit bonde · a2 vit bonde · b2 vit bonde · e2 vit bonde · f2 vit bonde · g2 vit bonde · h2 vit bonde · a1 vit torn · b1 vit springare · c1 vit löpare · d1 vit drottning · e1 vit kung · f1 vit löpare · g1 vit springare · h1 vit torn | a8 svart torn · b8 svart springare · c8 svart löpare · d8 svart drottning · e8 svart kung · f8 svart löpare · g8 svart springare · h8 svart torn · a7 svart bonde · b7 svart bonde · e7 svart bonde · f7 svart bonde · g7 svart bonde · h7 svart bonde · c6 svart bonde · d5 svart bonde · c4 vit bonde · d4 vit bonde · a2 vit bonde · b2 vit bonde · e2 vit bonde · f2 vit bonde · g2 vit bonde · h2 vit bonde · a1 vit torn · b1 vit springare · c1 vit löpare · d1 vit drottning · e1 vit kung · f1 vit löpare · g1 vit springare · h1 vit torn | a8 svart torn · b8 svart springare · c8 svart löpare · d8 svart drottning · e8 svart kung · f8 svart löpare · g8 svart springare · h8 svart torn · a7 svart bonde · b7 svart bonde · e7 svart bonde · f7 svart bonde · g7 svart bonde · h7 svart bonde · c6 svart bonde · d5 svart bonde · c4 vit bonde · d4 vit bonde · a2 vit bonde · b2 vit bonde · e2 vit bonde · f2 vit bonde · g2 vit bonde · h2 vit bonde · a1 vit torn · b1 vit springare · c1 vit löpare · d1 vit drottning · e1 vit kung · f1 vit löpare · g1 vit springare · h1 vit torn | a8 svart torn · b8 svart springare · c8 svart löpare · d8 svart drottning · e8 svart kung · f8 svart löpare · g8 svart springare · h8 svart torn · a7 svart bonde · b7 svart bonde · e7 svart bonde · f7 svart bonde · g7 svart bonde · h7 svart bonde · c6 svart bonde · d5 svart bonde · c4 vit bonde · d4 vit bonde · a2 vit bonde · b2 vit bonde · e2 vit bonde · f2 vit bonde · g2 vit bonde · h2 vit bonde · a1 vit torn · b1 vit springare · c1 vit löpare · d1 vit drottning · e1 vit kung · f1 vit löpare · g1 vit springare · h1 vit torn | 3 |
| 2 | a8 svart torn · b8 svart springare · c8 svart löpare · d8 svart drottning · e8 svart kung · f8 svart löpare · g8 svart springare · h8 svart torn · a7 svart bonde · b7 svart bonde · e7 svart bonde · f7 svart bonde · g7 svart bonde · h7 svart bonde · c6 svart bonde · d5 svart bonde · c4 vit bonde · d4 vit bonde · a2 vit bonde · b2 vit bonde · e2 vit bonde · f2 vit bonde · g2 vit bonde · h2 vit bonde · a1 vit torn · b1 vit springare · c1 vit löpare · d1 vit drottning · e1 vit kung · f1 vit löpare · g1 vit springare · h1 vit torn | a8 svart torn · b8 svart springare · c8 svart löpare · d8 svart drottning · e8 svart kung · f8 svart löpare · g8 svart springare · h8 svart torn · a7 svart bonde · b7 svart bonde · e7 svart bonde · f7 svart bonde · g7 svart bonde · h7 svart bonde · c6 svart bonde · d5 svart bonde · c4 vit bonde · d4 vit bonde · a2 vit bonde · b2 vit bonde · e2 vit bonde · f2 vit bonde · g2 vit bonde · h2 vit bonde · a1 vit torn · b1 vit springare · c1 vit löpare · d1 vit drottning · e1 vit kung · f1 vit löpare · g1 vit springare · h1 vit torn | a8 svart torn · b8 svart springare · c8 svart löpare · d8 svart drottning · e8 svart kung · f8 svart löpare · g8 svart springare · h8 svart torn · a7 svart bonde · b7 svart bonde · e7 svart bonde · f7 svart bonde · g7 svart bonde · h7 svart bonde · c6 svart bonde · d5 svart bonde · c4 vit bonde · d4 vit bonde · a2 vit bonde · b2 vit bonde · e2 vit bonde · f2 vit bonde · g2 vit bonde · h2 vit bonde · a1 vit torn · b1 vit springare · c1 vit löpare · d1 vit drottning · e1 vit kung · f1 vit löpare · g1 vit springare · h1 vit torn | a8 svart torn · b8 svart springare · c8 svart löpare · d8 svart drottning · e8 svart kung · f8 svart löpare · g8 svart springare · h8 svart torn · a7 svart bonde · b7 svart bonde · e7 svart bonde · f7 svart bonde · g7 svart bonde · h7 svart bonde · c6 svart bonde · d5 svart bonde · c4 vit bonde · d4 vit bonde · a2 vit bonde · b2 vit bonde · e2 vit bonde · f2 vit bonde · g2 vit bonde · h2 vit bonde · a1 vit torn · b1 vit springare · c1 vit löpare · d1 vit drottning · e1 vit kung · f1 vit löpare · g1 vit springare · h1 vit torn | a8 svart torn · b8 svart springare · c8 svart löpare · d8 svart drottning · e8 svart kung · f8 svart löpare · g8 svart springare · h8 svart torn · a7 svart bonde · b7 svart bonde · e7 svart bonde · f7 svart bonde · g7 svart bonde · h7 svart bonde · c6 svart bonde · d5 svart bonde · c4 vit bonde · d4 vit bonde · a2 vit bonde · b2 vit bonde · e2 vit bonde · f2 vit bonde · g2 vit bonde · h2 vit bonde · a1 vit torn · b1 vit springare · c1 vit löpare · d1 vit drottning · e1 vit kung · f1 vit löpare · g1 vit springare · h1 vit torn | a8 svart torn · b8 svart springare · c8 svart löpare · d8 svart drottning · e8 svart kung · f8 svart löpare · g8 svart springare · h8 svart torn · a7 svart bonde · b7 svart bonde · e7 svart bonde · f7 svart bonde · g7 svart bonde · h7 svart bonde · c6 svart bonde · d5 svart bonde · c4 vit bonde · d4 vit bonde · a2 vit bonde · b2 vit bonde · e2 vit bonde · f2 vit bonde · g2 vit bonde · h2 vit bonde · a1 vit torn · b1 vit springare · c1 vit löpare · d1 vit drottning · e1 vit kung · f1 vit löpare · g1 vit springare · h1 vit torn | a8 svart torn · b8 svart springare · c8 svart löpare · d8 svart drottning · e8 svart kung · f8 svart löpare · g8 svart springare · h8 svart torn · a7 svart bonde · b7 svart bonde · e7 svart bonde · f7 svart bonde · g7 svart bonde · h7 svart bonde · c6 svart bonde · d5 svart bonde · c4 vit bonde · d4 vit bonde · a2 vit bonde · b2 vit bonde · e2 vit bonde · f2 vit bonde · g2 vit bonde · h2 vit bonde · a1 vit torn · b1 vit springare · c1 vit löpare · d1 vit drottning · e1 vit kung · f1 vit löpare · g1 vit springare · h1 vit torn | a8 svart torn · b8 svart springare · c8 svart löpare · d8 svart drottning · e8 svart kung · f8 svart löpare · g8 svart springare · h8 svart torn · a7 svart bonde · b7 svart bonde · e7 svart bonde · f7 svart bonde · g7 svart bonde · h7 svart bonde · c6 svart bonde · d5 svart bonde · c4 vit bonde · d4 vit bonde · a2 vit bonde · b2 vit bonde · e2 vit bonde · f2 vit bonde · g2 vit bonde · h2 vit bonde · a1 vit torn · b1 vit springare · c1 vit löpare · d1 vit drottning · e1 vit kung · f1 vit löpare · g1 vit springare · h1 vit torn | 2 |
| 1 | a8 svart torn · b8 svart springare · c8 svart löpare · d8 svart drottning · e8 svart kung · f8 svart löpare · g8 svart springare · h8 svart torn · a7 svart bonde · b7 svart bonde · e7 svart bonde · f7 svart bonde · g7 svart bonde · h7 svart bonde · c6 svart bonde · d5 svart bonde · c4 vit bonde · d4 vit bonde · a2 vit bonde · b2 vit bonde · e2 vit bonde · f2 vit bonde · g2 vit bonde · h2 vit bonde · a1 vit torn · b1 vit springare · c1 vit löpare · d1 vit drottning · e1 vit kung · f1 vit löpare · g1 vit springare · h1 vit torn | a8 svart torn · b8 svart springare · c8 svart löpare · d8 svart drottning · e8 svart kung · f8 svart löpare · g8 svart springare · h8 svart torn · a7 svart bonde · b7 svart bonde · e7 svart bonde · f7 svart bonde · g7 svart bonde · h7 svart bonde · c6 svart bonde · d5 svart bonde · c4 vit bonde · d4 vit bonde · a2 vit bonde · b2 vit bonde · e2 vit bonde · f2 vit bonde · g2 vit bonde · h2 vit bonde · a1 vit torn · b1 vit springare · c1 vit löpare · d1 vit drottning · e1 vit kung · f1 vit löpare · g1 vit springare · h1 vit torn | a8 svart torn · b8 svart springare · c8 svart löpare · d8 svart drottning · e8 svart kung · f8 svart löpare · g8 svart springare · h8 svart torn · a7 svart bonde · b7 svart bonde · e7 svart bonde · f7 svart bonde · g7 svart bonde · h7 svart bonde · c6 svart bonde · d5 svart bonde · c4 vit bonde · d4 vit bonde · a2 vit bonde · b2 vit bonde · e2 vit bonde · f2 vit bonde · g2 vit bonde · h2 vit bonde · a1 vit torn · b1 vit springare · c1 vit löpare · d1 vit drottning · e1 vit kung · f1 vit löpare · g1 vit springare · h1 vit torn | a8 svart torn · b8 svart springare · c8 svart löpare · d8 svart drottning · e8 svart kung · f8 svart löpare · g8 svart springare · h8 svart torn · a7 svart bonde · b7 svart bonde · e7 svart bonde · f7 svart bonde · g7 svart bonde · h7 svart bonde · c6 svart bonde · d5 svart bonde · c4 vit bonde · d4 vit bonde · a2 vit bonde · b2 vit bonde · e2 vit bonde · f2 vit bonde · g2 vit bonde · h2 vit bonde · a1 vit torn · b1 vit springare · c1 vit löpare · d1 vit drottning · e1 vit kung · f1 vit löpare · g1 vit springare · h1 vit torn | a8 svart torn · b8 svart springare · c8 svart löpare · d8 svart drottning · e8 svart kung · f8 svart löpare · g8 svart springare · h8 svart torn · a7 svart bonde · b7 svart bonde · e7 svart bonde · f7 svart bonde · g7 svart bonde · h7 svart bonde · c6 svart bonde · d5 svart bonde · c4 vit bonde · d4 vit bonde · a2 vit bonde · b2 vit bonde · e2 vit bonde · f2 vit bonde · g2 vit bonde · h2 vit bonde · a1 vit torn · b1 vit springare · c1 vit löpare · d1 vit drottning · e1 vit kung · f1 vit löpare · g1 vit springare · h1 vit torn | a8 svart torn · b8 svart springare · c8 svart löpare · d8 svart drottning · e8 svart kung · f8 svart löpare · g8 svart springare · h8 svart torn · a7 svart bonde · b7 svart bonde · e7 svart bonde · f7 svart bonde · g7 svart bonde · h7 svart bonde · c6 svart bonde · d5 svart bonde · c4 vit bonde · d4 vit bonde · a2 vit bonde · b2 vit bonde · e2 vit bonde · f2 vit bonde · g2 vit bonde · h2 vit bonde · a1 vit torn · b1 vit springare · c1 vit löpare · d1 vit drottning · e1 vit kung · f1 vit löpare · g1 vit springare · h1 vit torn | a8 svart torn · b8 svart springare · c8 svart löpare · d8 svart drottning · e8 svart kung · f8 svart löpare · g8 svart springare · h8 svart torn · a7 svart bonde · b7 svart bonde · e7 svart bonde · f7 svart bonde · g7 svart bonde · h7 svart bonde · c6 svart bonde · d5 svart bonde · c4 vit bonde · d4 vit bonde · a2 vit bonde · b2 vit bonde · e2 vit bonde · f2 vit bonde · g2 vit bonde · h2 vit bonde · a1 vit torn · b1 vit springare · c1 vit löpare · d1 vit drottning · e1 vit kung · f1 vit löpare · g1 vit springare · h1 vit torn | a8 svart torn · b8 svart springare · c8 svart löpare · d8 svart drottning · e8 svart kung · f8 svart löpare · g8 svart springare · h8 svart torn · a7 svart bonde · b7 svart bonde · e7 svart bonde · f7 svart bonde · g7 svart bonde · h7 svart bonde · c6 svart bonde · d5 svart bonde · c4 vit bonde · d4 vit bonde · a2 vit bonde · b2 vit bonde · e2 vit bonde · f2 vit bonde · g2 vit bonde · h2 vit bonde · a1 vit torn · b1 vit springare · c1 vit löpare · d1 vit drottning · e1 vit kung · f1 vit löpare · g1 vit springare · h1 vit torn | 1 |
|   | a | b | c | d | e | f | g | h |   |

D10 Slaviskt parti
1.d4 d5 2.c4 c6
D11 Slaviskt parti
1.d4 d5 2.c4 c6 3.Sf3
D12 Slaviskt parti
1.d4 d5 2.c4 c6 3.Sf3 Sf6 4.e3 Lf5
D13 Slaviskt parti, avbytesvarianten
1.d4 d5 2.c4 c6 3.Sf3 Sf6 4.cxd5 cxd5
D14 Slaviskt parti, avbytesvarianten
1.d4 d5 2.c4 c6 3.Sf3 Sf6 4.cxd5 cxd5 5.Sc3 Sc6 6.Lf4 Lf5
D15 Slaviskt parti
1.d4 d5 2.c4 c6 3.Sf3 Sf6 4.Sc3
D16 Slaviskt parti
1.d4 d5 2.c4 c6 3.Sf3 Sf6 4.Sc3 dxc4 5.a4
D17 Slaviskt parti
1.d4 d5 2.c4 c6 3.Sf3 Sf6 4.Sc3 dxc4 5.a4 Lf5
D18 Slaviskt parti, holländska varianten
1.d4 d5 2.c4 c6 3.Sf3 Sf6 4.Sc3 dxc4 5.a4 Lf5 6.e3
D19 Slaviskt parti, holländska varianten
1.d4 d5 2.c4 c6 3.Sf3 Sf6 4.Sc3 dxc4 5.a4 Lf5 6.e3 e6 7.Lxc4 Lb4 8.0-0 0-0 9.De2

### D20-D29: Antagen damgambit
|   | a | b | c | d | e | f | g | h |   |
| 8 | a8 svart torn · b8 svart springare · c8 svart löpare · d8 svart drottning · e8 svart kung · f8 svart löpare · g8 svart springare · h8 svart torn · a7 svart bonde · b7 svart bonde · c7 svart bonde · e7 svart bonde · f7 svart bonde · g7 svart bonde · h7 svart bonde · c4 svart bonde · d4 vit bonde · a2 vit bonde · b2 vit bonde · e2 vit bonde · f2 vit bonde · g2 vit bonde · h2 vit bonde · a1 vit torn · b1 vit springare · c1 vit löpare · d1 vit drottning · e1 vit kung · f1 vit löpare · g1 vit springare · h1 vit torn | a8 svart torn · b8 svart springare · c8 svart löpare · d8 svart drottning · e8 svart kung · f8 svart löpare · g8 svart springare · h8 svart torn · a7 svart bonde · b7 svart bonde · c7 svart bonde · e7 svart bonde · f7 svart bonde · g7 svart bonde · h7 svart bonde · c4 svart bonde · d4 vit bonde · a2 vit bonde · b2 vit bonde · e2 vit bonde · f2 vit bonde · g2 vit bonde · h2 vit bonde · a1 vit torn · b1 vit springare · c1 vit löpare · d1 vit drottning · e1 vit kung · f1 vit löpare · g1 vit springare · h1 vit torn | a8 svart torn · b8 svart springare · c8 svart löpare · d8 svart drottning · e8 svart kung · f8 svart löpare · g8 svart springare · h8 svart torn · a7 svart bonde · b7 svart bonde · c7 svart bonde · e7 svart bonde · f7 svart bonde · g7 svart bonde · h7 svart bonde · c4 svart bonde · d4 vit bonde · a2 vit bonde · b2 vit bonde · e2 vit bonde · f2 vit bonde · g2 vit bonde · h2 vit bonde · a1 vit torn · b1 vit springare · c1 vit löpare · d1 vit drottning · e1 vit kung · f1 vit löpare · g1 vit springare · h1 vit torn | a8 svart torn · b8 svart springare · c8 svart löpare · d8 svart drottning · e8 svart kung · f8 svart löpare · g8 svart springare · h8 svart torn · a7 svart bonde · b7 svart bonde · c7 svart bonde · e7 svart bonde · f7 svart bonde · g7 svart bonde · h7 svart bonde · c4 svart bonde · d4 vit bonde · a2 vit bonde · b2 vit bonde · e2 vit bonde · f2 vit bonde · g2 vit bonde · h2 vit bonde · a1 vit torn · b1 vit springare · c1 vit löpare · d1 vit drottning · e1 vit kung · f1 vit löpare · g1 vit springare · h1 vit torn | a8 svart torn · b8 svart springare · c8 svart löpare · d8 svart drottning · e8 svart kung · f8 svart löpare · g8 svart springare · h8 svart torn · a7 svart bonde · b7 svart bonde · c7 svart bonde · e7 svart bonde · f7 svart bonde · g7 svart bonde · h7 svart bonde · c4 svart bonde · d4 vit bonde · a2 vit bonde · b2 vit bonde · e2 vit bonde · f2 vit bonde · g2 vit bonde · h2 vit bonde · a1 vit torn · b1 vit springare · c1 vit löpare · d1 vit drottning · e1 vit kung · f1 vit löpare · g1 vit springare · h1 vit torn | a8 svart torn · b8 svart springare · c8 svart löpare · d8 svart drottning · e8 svart kung · f8 svart löpare · g8 svart springare · h8 svart torn · a7 svart bonde · b7 svart bonde · c7 svart bonde · e7 svart bonde · f7 svart bonde · g7 svart bonde · h7 svart bonde · c4 svart bonde · d4 vit bonde · a2 vit bonde · b2 vit bonde · e2 vit bonde · f2 vit bonde · g2 vit bonde · h2 vit bonde · a1 vit torn · b1 vit springare · c1 vit löpare · d1 vit drottning · e1 vit kung · f1 vit löpare · g1 vit springare · h1 vit torn | a8 svart torn · b8 svart springare · c8 svart löpare · d8 svart drottning · e8 svart kung · f8 svart löpare · g8 svart springare · h8 svart torn · a7 svart bonde · b7 svart bonde · c7 svart bonde · e7 svart bonde · f7 svart bonde · g7 svart bonde · h7 svart bonde · c4 svart bonde · d4 vit bonde · a2 vit bonde · b2 vit bonde · e2 vit bonde · f2 vit bonde · g2 vit bonde · h2 vit bonde · a1 vit torn · b1 vit springare · c1 vit löpare · d1 vit drottning · e1 vit kung · f1 vit löpare · g1 vit springare · h1 vit torn | a8 svart torn · b8 svart springare · c8 svart löpare · d8 svart drottning · e8 svart kung · f8 svart löpare · g8 svart springare · h8 svart torn · a7 svart bonde · b7 svart bonde · c7 svart bonde · e7 svart bonde · f7 svart bonde · g7 svart bonde · h7 svart bonde · c4 svart bonde · d4 vit bonde · a2 vit bonde · b2 vit bonde · e2 vit bonde · f2 vit bonde · g2 vit bonde · h2 vit bonde · a1 vit torn · b1 vit springare · c1 vit löpare · d1 vit drottning · e1 vit kung · f1 vit löpare · g1 vit springare · h1 vit torn | 8 |
| 7 | a8 svart torn · b8 svart springare · c8 svart löpare · d8 svart drottning · e8 svart kung · f8 svart löpare · g8 svart springare · h8 svart torn · a7 svart bonde · b7 svart bonde · c7 svart bonde · e7 svart bonde · f7 svart bonde · g7 svart bonde · h7 svart bonde · c4 svart bonde · d4 vit bonde · a2 vit bonde · b2 vit bonde · e2 vit bonde · f2 vit bonde · g2 vit bonde · h2 vit bonde · a1 vit torn · b1 vit springare · c1 vit löpare · d1 vit drottning · e1 vit kung · f1 vit löpare · g1 vit springare · h1 vit torn | a8 svart torn · b8 svart springare · c8 svart löpare · d8 svart drottning · e8 svart kung · f8 svart löpare · g8 svart springare · h8 svart torn · a7 svart bonde · b7 svart bonde · c7 svart bonde · e7 svart bonde · f7 svart bonde · g7 svart bonde · h7 svart bonde · c4 svart bonde · d4 vit bonde · a2 vit bonde · b2 vit bonde · e2 vit bonde · f2 vit bonde · g2 vit bonde · h2 vit bonde · a1 vit torn · b1 vit springare · c1 vit löpare · d1 vit drottning · e1 vit kung · f1 vit löpare · g1 vit springare · h1 vit torn | a8 svart torn · b8 svart springare · c8 svart löpare · d8 svart drottning · e8 svart kung · f8 svart löpare · g8 svart springare · h8 svart torn · a7 svart bonde · b7 svart bonde · c7 svart bonde · e7 svart bonde · f7 svart bonde · g7 svart bonde · h7 svart bonde · c4 svart bonde · d4 vit bonde · a2 vit bonde · b2 vit bonde · e2 vit bonde · f2 vit bonde · g2 vit bonde · h2 vit bonde · a1 vit torn · b1 vit springare · c1 vit löpare · d1 vit drottning · e1 vit kung · f1 vit löpare · g1 vit springare · h1 vit torn | a8 svart torn · b8 svart springare · c8 svart löpare · d8 svart drottning · e8 svart kung · f8 svart löpare · g8 svart springare · h8 svart torn · a7 svart bonde · b7 svart bonde · c7 svart bonde · e7 svart bonde · f7 svart bonde · g7 svart bonde · h7 svart bonde · c4 svart bonde · d4 vit bonde · a2 vit bonde · b2 vit bonde · e2 vit bonde · f2 vit bonde · g2 vit bonde · h2 vit bonde · a1 vit torn · b1 vit springare · c1 vit löpare · d1 vit drottning · e1 vit kung · f1 vit löpare · g1 vit springare · h1 vit torn | a8 svart torn · b8 svart springare · c8 svart löpare · d8 svart drottning · e8 svart kung · f8 svart löpare · g8 svart springare · h8 svart torn · a7 svart bonde · b7 svart bonde · c7 svart bonde · e7 svart bonde · f7 svart bonde · g7 svart bonde · h7 svart bonde · c4 svart bonde · d4 vit bonde · a2 vit bonde · b2 vit bonde · e2 vit bonde · f2 vit bonde · g2 vit bonde · h2 vit bonde · a1 vit torn · b1 vit springare · c1 vit löpare · d1 vit drottning · e1 vit kung · f1 vit löpare · g1 vit springare · h1 vit torn | a8 svart torn · b8 svart springare · c8 svart löpare · d8 svart drottning · e8 svart kung · f8 svart löpare · g8 svart springare · h8 svart torn · a7 svart bonde · b7 svart bonde · c7 svart bonde · e7 svart bonde · f7 svart bonde · g7 svart bonde · h7 svart bonde · c4 svart bonde · d4 vit bonde · a2 vit bonde · b2 vit bonde · e2 vit bonde · f2 vit bonde · g2 vit bonde · h2 vit bonde · a1 vit torn · b1 vit springare · c1 vit löpare · d1 vit drottning · e1 vit kung · f1 vit löpare · g1 vit springare · h1 vit torn | a8 svart torn · b8 svart springare · c8 svart löpare · d8 svart drottning · e8 svart kung · f8 svart löpare · g8 svart springare · h8 svart torn · a7 svart bonde · b7 svart bonde · c7 svart bonde · e7 svart bonde · f7 svart bonde · g7 svart bonde · h7 svart bonde · c4 svart bonde · d4 vit bonde · a2 vit bonde · b2 vit bonde · e2 vit bonde · f2 vit bonde · g2 vit bonde · h2 vit bonde · a1 vit torn · b1 vit springare · c1 vit löpare · d1 vit drottning · e1 vit kung · f1 vit löpare · g1 vit springare · h1 vit torn | a8 svart torn · b8 svart springare · c8 svart löpare · d8 svart drottning · e8 svart kung · f8 svart löpare · g8 svart springare · h8 svart torn · a7 svart bonde · b7 svart bonde · c7 svart bonde · e7 svart bonde · f7 svart bonde · g7 svart bonde · h7 svart bonde · c4 svart bonde · d4 vit bonde · a2 vit bonde · b2 vit bonde · e2 vit bonde · f2 vit bonde · g2 vit bonde · h2 vit bonde · a1 vit torn · b1 vit springare · c1 vit löpare · d1 vit drottning · e1 vit kung · f1 vit löpare · g1 vit springare · h1 vit torn | 7 |
| 6 | a8 svart torn · b8 svart springare · c8 svart löpare · d8 svart drottning · e8 svart kung · f8 svart löpare · g8 svart springare · h8 svart torn · a7 svart bonde · b7 svart bonde · c7 svart bonde · e7 svart bonde · f7 svart bonde · g7 svart bonde · h7 svart bonde · c4 svart bonde · d4 vit bonde · a2 vit bonde · b2 vit bonde · e2 vit bonde · f2 vit bonde · g2 vit bonde · h2 vit bonde · a1 vit torn · b1 vit springare · c1 vit löpare · d1 vit drottning · e1 vit kung · f1 vit löpare · g1 vit springare · h1 vit torn | a8 svart torn · b8 svart springare · c8 svart löpare · d8 svart drottning · e8 svart kung · f8 svart löpare · g8 svart springare · h8 svart torn · a7 svart bonde · b7 svart bonde · c7 svart bonde · e7 svart bonde · f7 svart bonde · g7 svart bonde · h7 svart bonde · c4 svart bonde · d4 vit bonde · a2 vit bonde · b2 vit bonde · e2 vit bonde · f2 vit bonde · g2 vit bonde · h2 vit bonde · a1 vit torn · b1 vit springare · c1 vit löpare · d1 vit drottning · e1 vit kung · f1 vit löpare · g1 vit springare · h1 vit torn | a8 svart torn · b8 svart springare · c8 svart löpare · d8 svart drottning · e8 svart kung · f8 svart löpare · g8 svart springare · h8 svart torn · a7 svart bonde · b7 svart bonde · c7 svart bonde · e7 svart bonde · f7 svart bonde · g7 svart bonde · h7 svart bonde · c4 svart bonde · d4 vit bonde · a2 vit bonde · b2 vit bonde · e2 vit bonde · f2 vit bonde · g2 vit bonde · h2 vit bonde · a1 vit torn · b1 vit springare · c1 vit löpare · d1 vit drottning · e1 vit kung · f1 vit löpare · g1 vit springare · h1 vit torn | a8 svart torn · b8 svart springare · c8 svart löpare · d8 svart drottning · e8 svart kung · f8 svart löpare · g8 svart springare · h8 svart torn · a7 svart bonde · b7 svart bonde · c7 svart bonde · e7 svart bonde · f7 svart bonde · g7 svart bonde · h7 svart bonde · c4 svart bonde · d4 vit bonde · a2 vit bonde · b2 vit bonde · e2 vit bonde · f2 vit bonde · g2 vit bonde · h2 vit bonde · a1 vit torn · b1 vit springare · c1 vit löpare · d1 vit drottning · e1 vit kung · f1 vit löpare · g1 vit springare · h1 vit torn | a8 svart torn · b8 svart springare · c8 svart löpare · d8 svart drottning · e8 svart kung · f8 svart löpare · g8 svart springare · h8 svart torn · a7 svart bonde · b7 svart bonde · c7 svart bonde · e7 svart bonde · f7 svart bonde · g7 svart bonde · h7 svart bonde · c4 svart bonde · d4 vit bonde · a2 vit bonde · b2 vit bonde · e2 vit bonde · f2 vit bonde · g2 vit bonde · h2 vit bonde · a1 vit torn · b1 vit springare · c1 vit löpare · d1 vit drottning · e1 vit kung · f1 vit löpare · g1 vit springare · h1 vit torn | a8 svart torn · b8 svart springare · c8 svart löpare · d8 svart drottning · e8 svart kung · f8 svart löpare · g8 svart springare · h8 svart torn · a7 svart bonde · b7 svart bonde · c7 svart bonde · e7 svart bonde · f7 svart bonde · g7 svart bonde · h7 svart bonde · c4 svart bonde · d4 vit bonde · a2 vit bonde · b2 vit bonde · e2 vit bonde · f2 vit bonde · g2 vit bonde · h2 vit bonde · a1 vit torn · b1 vit springare · c1 vit löpare · d1 vit drottning · e1 vit kung · f1 vit löpare · g1 vit springare · h1 vit torn | a8 svart torn · b8 svart springare · c8 svart löpare · d8 svart drottning · e8 svart kung · f8 svart löpare · g8 svart springare · h8 svart torn · a7 svart bonde · b7 svart bonde · c7 svart bonde · e7 svart bonde · f7 svart bonde · g7 svart bonde · h7 svart bonde · c4 svart bonde · d4 vit bonde · a2 vit bonde · b2 vit bonde · e2 vit bonde · f2 vit bonde · g2 vit bonde · h2 vit bonde · a1 vit torn · b1 vit springare · c1 vit löpare · d1 vit drottning · e1 vit kung · f1 vit löpare · g1 vit springare · h1 vit torn | a8 svart torn · b8 svart springare · c8 svart löpare · d8 svart drottning · e8 svart kung · f8 svart löpare · g8 svart springare · h8 svart torn · a7 svart bonde · b7 svart bonde · c7 svart bonde · e7 svart bonde · f7 svart bonde · g7 svart bonde · h7 svart bonde · c4 svart bonde · d4 vit bonde · a2 vit bonde · b2 vit bonde · e2 vit bonde · f2 vit bonde · g2 vit bonde · h2 vit bonde · a1 vit torn · b1 vit springare · c1 vit löpare · d1 vit drottning · e1 vit kung · f1 vit löpare · g1 vit springare · h1 vit torn | 6 |
| 5 | a8 svart torn · b8 svart springare · c8 svart löpare · d8 svart drottning · e8 svart kung · f8 svart löpare · g8 svart springare · h8 svart torn · a7 svart bonde · b7 svart bonde · c7 svart bonde · e7 svart bonde · f7 svart bonde · g7 svart bonde · h7 svart bonde · c4 svart bonde · d4 vit bonde · a2 vit bonde · b2 vit bonde · e2 vit bonde · f2 vit bonde · g2 vit bonde · h2 vit bonde · a1 vit torn · b1 vit springare · c1 vit löpare · d1 vit drottning · e1 vit kung · f1 vit löpare · g1 vit springare · h1 vit torn | a8 svart torn · b8 svart springare · c8 svart löpare · d8 svart drottning · e8 svart kung · f8 svart löpare · g8 svart springare · h8 svart torn · a7 svart bonde · b7 svart bonde · c7 svart bonde · e7 svart bonde · f7 svart bonde · g7 svart bonde · h7 svart bonde · c4 svart bonde · d4 vit bonde · a2 vit bonde · b2 vit bonde · e2 vit bonde · f2 vit bonde · g2 vit bonde · h2 vit bonde · a1 vit torn · b1 vit springare · c1 vit löpare · d1 vit drottning · e1 vit kung · f1 vit löpare · g1 vit springare · h1 vit torn | a8 svart torn · b8 svart springare · c8 svart löpare · d8 svart drottning · e8 svart kung · f8 svart löpare · g8 svart springare · h8 svart torn · a7 svart bonde · b7 svart bonde · c7 svart bonde · e7 svart bonde · f7 svart bonde · g7 svart bonde · h7 svart bonde · c4 svart bonde · d4 vit bonde · a2 vit bonde · b2 vit bonde · e2 vit bonde · f2 vit bonde · g2 vit bonde · h2 vit bonde · a1 vit torn · b1 vit springare · c1 vit löpare · d1 vit drottning · e1 vit kung · f1 vit löpare · g1 vit springare · h1 vit torn | a8 svart torn · b8 svart springare · c8 svart löpare · d8 svart drottning · e8 svart kung · f8 svart löpare · g8 svart springare · h8 svart torn · a7 svart bonde · b7 svart bonde · c7 svart bonde · e7 svart bonde · f7 svart bonde · g7 svart bonde · h7 svart bonde · c4 svart bonde · d4 vit bonde · a2 vit bonde · b2 vit bonde · e2 vit bonde · f2 vit bonde · g2 vit bonde · h2 vit bonde · a1 vit torn · b1 vit springare · c1 vit löpare · d1 vit drottning · e1 vit kung · f1 vit löpare · g1 vit springare · h1 vit torn | a8 svart torn · b8 svart springare · c8 svart löpare · d8 svart drottning · e8 svart kung · f8 svart löpare · g8 svart springare · h8 svart torn · a7 svart bonde · b7 svart bonde · c7 svart bonde · e7 svart bonde · f7 svart bonde · g7 svart bonde · h7 svart bonde · c4 svart bonde · d4 vit bonde · a2 vit bonde · b2 vit bonde · e2 vit bonde · f2 vit bonde · g2 vit bonde · h2 vit bonde · a1 vit torn · b1 vit springare · c1 vit löpare · d1 vit drottning · e1 vit kung · f1 vit löpare · g1 vit springare · h1 vit torn | a8 svart torn · b8 svart springare · c8 svart löpare · d8 svart drottning · e8 svart kung · f8 svart löpare · g8 svart springare · h8 svart torn · a7 svart bonde · b7 svart bonde · c7 svart bonde · e7 svart bonde · f7 svart bonde · g7 svart bonde · h7 svart bonde · c4 svart bonde · d4 vit bonde · a2 vit bonde · b2 vit bonde · e2 vit bonde · f2 vit bonde · g2 vit bonde · h2 vit bonde · a1 vit torn · b1 vit springare · c1 vit löpare · d1 vit drottning · e1 vit kung · f1 vit löpare · g1 vit springare · h1 vit torn | a8 svart torn · b8 svart springare · c8 svart löpare · d8 svart drottning · e8 svart kung · f8 svart löpare · g8 svart springare · h8 svart torn · a7 svart bonde · b7 svart bonde · c7 svart bonde · e7 svart bonde · f7 svart bonde · g7 svart bonde · h7 svart bonde · c4 svart bonde · d4 vit bonde · a2 vit bonde · b2 vit bonde · e2 vit bonde · f2 vit bonde · g2 vit bonde · h2 vit bonde · a1 vit torn · b1 vit springare · c1 vit löpare · d1 vit drottning · e1 vit kung · f1 vit löpare · g1 vit springare · h1 vit torn | a8 svart torn · b8 svart springare · c8 svart löpare · d8 svart drottning · e8 svart kung · f8 svart löpare · g8 svart springare · h8 svart torn · a7 svart bonde · b7 svart bonde · c7 svart bonde · e7 svart bonde · f7 svart bonde · g7 svart bonde · h7 svart bonde · c4 svart bonde · d4 vit bonde · a2 vit bonde · b2 vit bonde · e2 vit bonde · f2 vit bonde · g2 vit bonde · h2 vit bonde · a1 vit torn · b1 vit springare · c1 vit löpare · d1 vit drottning · e1 vit kung · f1 vit löpare · g1 vit springare · h1 vit torn | 5 |
| 4 | a8 svart torn · b8 svart springare · c8 svart löpare · d8 svart drottning · e8 svart kung · f8 svart löpare · g8 svart springare · h8 svart torn · a7 svart bonde · b7 svart bonde · c7 svart bonde · e7 svart bonde · f7 svart bonde · g7 svart bonde · h7 svart bonde · c4 svart bonde · d4 vit bonde · a2 vit bonde · b2 vit bonde · e2 vit bonde · f2 vit bonde · g2 vit bonde · h2 vit bonde · a1 vit torn · b1 vit springare · c1 vit löpare · d1 vit drottning · e1 vit kung · f1 vit löpare · g1 vit springare · h1 vit torn | a8 svart torn · b8 svart springare · c8 svart löpare · d8 svart drottning · e8 svart kung · f8 svart löpare · g8 svart springare · h8 svart torn · a7 svart bonde · b7 svart bonde · c7 svart bonde · e7 svart bonde · f7 svart bonde · g7 svart bonde · h7 svart bonde · c4 svart bonde · d4 vit bonde · a2 vit bonde · b2 vit bonde · e2 vit bonde · f2 vit bonde · g2 vit bonde · h2 vit bonde · a1 vit torn · b1 vit springare · c1 vit löpare · d1 vit drottning · e1 vit kung · f1 vit löpare · g1 vit springare · h1 vit torn | a8 svart torn · b8 svart springare · c8 svart löpare · d8 svart drottning · e8 svart kung · f8 svart löpare · g8 svart springare · h8 svart torn · a7 svart bonde · b7 svart bonde · c7 svart bonde · e7 svart bonde · f7 svart bonde · g7 svart bonde · h7 svart bonde · c4 svart bonde · d4 vit bonde · a2 vit bonde · b2 vit bonde · e2 vit bonde · f2 vit bonde · g2 vit bonde · h2 vit bonde · a1 vit torn · b1 vit springare · c1 vit löpare · d1 vit drottning · e1 vit kung · f1 vit löpare · g1 vit springare · h1 vit torn | a8 svart torn · b8 svart springare · c8 svart löpare · d8 svart drottning · e8 svart kung · f8 svart löpare · g8 svart springare · h8 svart torn · a7 svart bonde · b7 svart bonde · c7 svart bonde · e7 svart bonde · f7 svart bonde · g7 svart bonde · h7 svart bonde · c4 svart bonde · d4 vit bonde · a2 vit bonde · b2 vit bonde · e2 vit bonde · f2 vit bonde · g2 vit bonde · h2 vit bonde · a1 vit torn · b1 vit springare · c1 vit löpare · d1 vit drottning · e1 vit kung · f1 vit löpare · g1 vit springare · h1 vit torn | a8 svart torn · b8 svart springare · c8 svart löpare · d8 svart drottning · e8 svart kung · f8 svart löpare · g8 svart springare · h8 svart torn · a7 svart bonde · b7 svart bonde · c7 svart bonde · e7 svart bonde · f7 svart bonde · g7 svart bonde · h7 svart bonde · c4 svart bonde · d4 vit bonde · a2 vit bonde · b2 vit bonde · e2 vit bonde · f2 vit bonde · g2 vit bonde · h2 vit bonde · a1 vit torn · b1 vit springare · c1 vit löpare · d1 vit drottning · e1 vit kung · f1 vit löpare · g1 vit springare · h1 vit torn | a8 svart torn · b8 svart springare · c8 svart löpare · d8 svart drottning · e8 svart kung · f8 svart löpare · g8 svart springare · h8 svart torn · a7 svart bonde · b7 svart bonde · c7 svart bonde · e7 svart bonde · f7 svart bonde · g7 svart bonde · h7 svart bonde · c4 svart bonde · d4 vit bonde · a2 vit bonde · b2 vit bonde · e2 vit bonde · f2 vit bonde · g2 vit bonde · h2 vit bonde · a1 vit torn · b1 vit springare · c1 vit löpare · d1 vit drottning · e1 vit kung · f1 vit löpare · g1 vit springare · h1 vit torn | a8 svart torn · b8 svart springare · c8 svart löpare · d8 svart drottning · e8 svart kung · f8 svart löpare · g8 svart springare · h8 svart torn · a7 svart bonde · b7 svart bonde · c7 svart bonde · e7 svart bonde · f7 svart bonde · g7 svart bonde · h7 svart bonde · c4 svart bonde · d4 vit bonde · a2 vit bonde · b2 vit bonde · e2 vit bonde · f2 vit bonde · g2 vit bonde · h2 vit bonde · a1 vit torn · b1 vit springare · c1 vit löpare · d1 vit drottning · e1 vit kung · f1 vit löpare · g1 vit springare · h1 vit torn | a8 svart torn · b8 svart springare · c8 svart löpare · d8 svart drottning · e8 svart kung · f8 svart löpare · g8 svart springare · h8 svart torn · a7 svart bonde · b7 svart bonde · c7 svart bonde · e7 svart bonde · f7 svart bonde · g7 svart bonde · h7 svart bonde · c4 svart bonde · d4 vit bonde · a2 vit bonde · b2 vit bonde · e2 vit bonde · f2 vit bonde · g2 vit bonde · h2 vit bonde · a1 vit torn · b1 vit springare · c1 vit löpare · d1 vit drottning · e1 vit kung · f1 vit löpare · g1 vit springare · h1 vit torn | 4 |
| 3 | a8 svart torn · b8 svart springare · c8 svart löpare · d8 svart drottning · e8 svart kung · f8 svart löpare · g8 svart springare · h8 svart torn · a7 svart bonde · b7 svart bonde · c7 svart bonde · e7 svart bonde · f7 svart bonde · g7 svart bonde · h7 svart bonde · c4 svart bonde · d4 vit bonde · a2 vit bonde · b2 vit bonde · e2 vit bonde · f2 vit bonde · g2 vit bonde · h2 vit bonde · a1 vit torn · b1 vit springare · c1 vit löpare · d1 vit drottning · e1 vit kung · f1 vit löpare · g1 vit springare · h1 vit torn | a8 svart torn · b8 svart springare · c8 svart löpare · d8 svart drottning · e8 svart kung · f8 svart löpare · g8 svart springare · h8 svart torn · a7 svart bonde · b7 svart bonde · c7 svart bonde · e7 svart bonde · f7 svart bonde · g7 svart bonde · h7 svart bonde · c4 svart bonde · d4 vit bonde · a2 vit bonde · b2 vit bonde · e2 vit bonde · f2 vit bonde · g2 vit bonde · h2 vit bonde · a1 vit torn · b1 vit springare · c1 vit löpare · d1 vit drottning · e1 vit kung · f1 vit löpare · g1 vit springare · h1 vit torn | a8 svart torn · b8 svart springare · c8 svart löpare · d8 svart drottning · e8 svart kung · f8 svart löpare · g8 svart springare · h8 svart torn · a7 svart bonde · b7 svart bonde · c7 svart bonde · e7 svart bonde · f7 svart bonde · g7 svart bonde · h7 svart bonde · c4 svart bonde · d4 vit bonde · a2 vit bonde · b2 vit bonde · e2 vit bonde · f2 vit bonde · g2 vit bonde · h2 vit bonde · a1 vit torn · b1 vit springare · c1 vit löpare · d1 vit drottning · e1 vit kung · f1 vit löpare · g1 vit springare · h1 vit torn | a8 svart torn · b8 svart springare · c8 svart löpare · d8 svart drottning · e8 svart kung · f8 svart löpare · g8 svart springare · h8 svart torn · a7 svart bonde · b7 svart bonde · c7 svart bonde · e7 svart bonde · f7 svart bonde · g7 svart bonde · h7 svart bonde · c4 svart bonde · d4 vit bonde · a2 vit bonde · b2 vit bonde · e2 vit bonde · f2 vit bonde · g2 vit bonde · h2 vit bonde · a1 vit torn · b1 vit springare · c1 vit löpare · d1 vit drottning · e1 vit kung · f1 vit löpare · g1 vit springare · h1 vit torn | a8 svart torn · b8 svart springare · c8 svart löpare · d8 svart drottning · e8 svart kung · f8 svart löpare · g8 svart springare · h8 svart torn · a7 svart bonde · b7 svart bonde · c7 svart bonde · e7 svart bonde · f7 svart bonde · g7 svart bonde · h7 svart bonde · c4 svart bonde · d4 vit bonde · a2 vit bonde · b2 vit bonde · e2 vit bonde · f2 vit bonde · g2 vit bonde · h2 vit bonde · a1 vit torn · b1 vit springare · c1 vit löpare · d1 vit drottning · e1 vit kung · f1 vit löpare · g1 vit springare · h1 vit torn | a8 svart torn · b8 svart springare · c8 svart löpare · d8 svart drottning · e8 svart kung · f8 svart löpare · g8 svart springare · h8 svart torn · a7 svart bonde · b7 svart bonde · c7 svart bonde · e7 svart bonde · f7 svart bonde · g7 svart bonde · h7 svart bonde · c4 svart bonde · d4 vit bonde · a2 vit bonde · b2 vit bonde · e2 vit bonde · f2 vit bonde · g2 vit bonde · h2 vit bonde · a1 vit torn · b1 vit springare · c1 vit löpare · d1 vit drottning · e1 vit kung · f1 vit löpare · g1 vit springare · h1 vit torn | a8 svart torn · b8 svart springare · c8 svart löpare · d8 svart drottning · e8 svart kung · f8 svart löpare · g8 svart springare · h8 svart torn · a7 svart bonde · b7 svart bonde · c7 svart bonde · e7 svart bonde · f7 svart bonde · g7 svart bonde · h7 svart bonde · c4 svart bonde · d4 vit bonde · a2 vit bonde · b2 vit bonde · e2 vit bonde · f2 vit bonde · g2 vit bonde · h2 vit bonde · a1 vit torn · b1 vit springare · c1 vit löpare · d1 vit drottning · e1 vit kung · f1 vit löpare · g1 vit springare · h1 vit torn | a8 svart torn · b8 svart springare · c8 svart löpare · d8 svart drottning · e8 svart kung · f8 svart löpare · g8 svart springare · h8 svart torn · a7 svart bonde · b7 svart bonde · c7 svart bonde · e7 svart bonde · f7 svart bonde · g7 svart bonde · h7 svart bonde · c4 svart bonde · d4 vit bonde · a2 vit bonde · b2 vit bonde · e2 vit bonde · f2 vit bonde · g2 vit bonde · h2 vit bonde · a1 vit torn · b1 vit springare · c1 vit löpare · d1 vit drottning · e1 vit kung · f1 vit löpare · g1 vit springare · h1 vit torn | 3 |
| 2 | a8 svart torn · b8 svart springare · c8 svart löpare · d8 svart drottning · e8 svart kung · f8 svart löpare · g8 svart springare · h8 svart torn · a7 svart bonde · b7 svart bonde · c7 svart bonde · e7 svart bonde · f7 svart bonde · g7 svart bonde · h7 svart bonde · c4 svart bonde · d4 vit bonde · a2 vit bonde · b2 vit bonde · e2 vit bonde · f2 vit bonde · g2 vit bonde · h2 vit bonde · a1 vit torn · b1 vit springare · c1 vit löpare · d1 vit drottning · e1 vit kung · f1 vit löpare · g1 vit springare · h1 vit torn | a8 svart torn · b8 svart springare · c8 svart löpare · d8 svart drottning · e8 svart kung · f8 svart löpare · g8 svart springare · h8 svart torn · a7 svart bonde · b7 svart bonde · c7 svart bonde · e7 svart bonde · f7 svart bonde · g7 svart bonde · h7 svart bonde · c4 svart bonde · d4 vit bonde · a2 vit bonde · b2 vit bonde · e2 vit bonde · f2 vit bonde · g2 vit bonde · h2 vit bonde · a1 vit torn · b1 vit springare · c1 vit löpare · d1 vit drottning · e1 vit kung · f1 vit löpare · g1 vit springare · h1 vit torn | a8 svart torn · b8 svart springare · c8 svart löpare · d8 svart drottning · e8 svart kung · f8 svart löpare · g8 svart springare · h8 svart torn · a7 svart bonde · b7 svart bonde · c7 svart bonde · e7 svart bonde · f7 svart bonde · g7 svart bonde · h7 svart bonde · c4 svart bonde · d4 vit bonde · a2 vit bonde · b2 vit bonde · e2 vit bonde · f2 vit bonde · g2 vit bonde · h2 vit bonde · a1 vit torn · b1 vit springare · c1 vit löpare · d1 vit drottning · e1 vit kung · f1 vit löpare · g1 vit springare · h1 vit torn | a8 svart torn · b8 svart springare · c8 svart löpare · d8 svart drottning · e8 svart kung · f8 svart löpare · g8 svart springare · h8 svart torn · a7 svart bonde · b7 svart bonde · c7 svart bonde · e7 svart bonde · f7 svart bonde · g7 svart bonde · h7 svart bonde · c4 svart bonde · d4 vit bonde · a2 vit bonde · b2 vit bonde · e2 vit bonde · f2 vit bonde · g2 vit bonde · h2 vit bonde · a1 vit torn · b1 vit springare · c1 vit löpare · d1 vit drottning · e1 vit kung · f1 vit löpare · g1 vit springare · h1 vit torn | a8 svart torn · b8 svart springare · c8 svart löpare · d8 svart drottning · e8 svart kung · f8 svart löpare · g8 svart springare · h8 svart torn · a7 svart bonde · b7 svart bonde · c7 svart bonde · e7 svart bonde · f7 svart bonde · g7 svart bonde · h7 svart bonde · c4 svart bonde · d4 vit bonde · a2 vit bonde · b2 vit bonde · e2 vit bonde · f2 vit bonde · g2 vit bonde · h2 vit bonde · a1 vit torn · b1 vit springare · c1 vit löpare · d1 vit drottning · e1 vit kung · f1 vit löpare · g1 vit springare · h1 vit torn | a8 svart torn · b8 svart springare · c8 svart löpare · d8 svart drottning · e8 svart kung · f8 svart löpare · g8 svart springare · h8 svart torn · a7 svart bonde · b7 svart bonde · c7 svart bonde · e7 svart bonde · f7 svart bonde · g7 svart bonde · h7 svart bonde · c4 svart bonde · d4 vit bonde · a2 vit bonde · b2 vit bonde · e2 vit bonde · f2 vit bonde · g2 vit bonde · h2 vit bonde · a1 vit torn · b1 vit springare · c1 vit löpare · d1 vit drottning · e1 vit kung · f1 vit löpare · g1 vit springare · h1 vit torn | a8 svart torn · b8 svart springare · c8 svart löpare · d8 svart drottning · e8 svart kung · f8 svart löpare · g8 svart springare · h8 svart torn · a7 svart bonde · b7 svart bonde · c7 svart bonde · e7 svart bonde · f7 svart bonde · g7 svart bonde · h7 svart bonde · c4 svart bonde · d4 vit bonde · a2 vit bonde · b2 vit bonde · e2 vit bonde · f2 vit bonde · g2 vit bonde · h2 vit bonde · a1 vit torn · b1 vit springare · c1 vit löpare · d1 vit drottning · e1 vit kung · f1 vit löpare · g1 vit springare · h1 vit torn | a8 svart torn · b8 svart springare · c8 svart löpare · d8 svart drottning · e8 svart kung · f8 svart löpare · g8 svart springare · h8 svart torn · a7 svart bonde · b7 svart bonde · c7 svart bonde · e7 svart bonde · f7 svart bonde · g7 svart bonde · h7 svart bonde · c4 svart bonde · d4 vit bonde · a2 vit bonde · b2 vit bonde · e2 vit bonde · f2 vit bonde · g2 vit bonde · h2 vit bonde · a1 vit torn · b1 vit springare · c1 vit löpare · d1 vit drottning · e1 vit kung · f1 vit löpare · g1 vit springare · h1 vit torn | 2 |
| 1 | a8 svart torn · b8 svart springare · c8 svart löpare · d8 svart drottning · e8 svart kung · f8 svart löpare · g8 svart springare · h8 svart torn · a7 svart bonde · b7 svart bonde · c7 svart bonde · e7 svart bonde · f7 svart bonde · g7 svart bonde · h7 svart bonde · c4 svart bonde · d4 vit bonde · a2 vit bonde · b2 vit bonde · e2 vit bonde · f2 vit bonde · g2 vit bonde · h2 vit bonde · a1 vit torn · b1 vit springare · c1 vit löpare · d1 vit drottning · e1 vit kung · f1 vit löpare · g1 vit springare · h1 vit torn | a8 svart torn · b8 svart springare · c8 svart löpare · d8 svart drottning · e8 svart kung · f8 svart löpare · g8 svart springare · h8 svart torn · a7 svart bonde · b7 svart bonde · c7 svart bonde · e7 svart bonde · f7 svart bonde · g7 svart bonde · h7 svart bonde · c4 svart bonde · d4 vit bonde · a2 vit bonde · b2 vit bonde · e2 vit bonde · f2 vit bonde · g2 vit bonde · h2 vit bonde · a1 vit torn · b1 vit springare · c1 vit löpare · d1 vit drottning · e1 vit kung · f1 vit löpare · g1 vit springare · h1 vit torn | a8 svart torn · b8 svart springare · c8 svart löpare · d8 svart drottning · e8 svart kung · f8 svart löpare · g8 svart springare · h8 svart torn · a7 svart bonde · b7 svart bonde · c7 svart bonde · e7 svart bonde · f7 svart bonde · g7 svart bonde · h7 svart bonde · c4 svart bonde · d4 vit bonde · a2 vit bonde · b2 vit bonde · e2 vit bonde · f2 vit bonde · g2 vit bonde · h2 vit bonde · a1 vit torn · b1 vit springare · c1 vit löpare · d1 vit drottning · e1 vit kung · f1 vit löpare · g1 vit springare · h1 vit torn | a8 svart torn · b8 svart springare · c8 svart löpare · d8 svart drottning · e8 svart kung · f8 svart löpare · g8 svart springare · h8 svart torn · a7 svart bonde · b7 svart bonde · c7 svart bonde · e7 svart bonde · f7 svart bonde · g7 svart bonde · h7 svart bonde · c4 svart bonde · d4 vit bonde · a2 vit bonde · b2 vit bonde · e2 vit bonde · f2 vit bonde · g2 vit bonde · h2 vit bonde · a1 vit torn · b1 vit springare · c1 vit löpare · d1 vit drottning · e1 vit kung · f1 vit löpare · g1 vit springare · h1 vit torn | a8 svart torn · b8 svart springare · c8 svart löpare · d8 svart drottning · e8 svart kung · f8 svart löpare · g8 svart springare · h8 svart torn · a7 svart bonde · b7 svart bonde · c7 svart bonde · e7 svart bonde · f7 svart bonde · g7 svart bonde · h7 svart bonde · c4 svart bonde · d4 vit bonde · a2 vit bonde · b2 vit bonde · e2 vit bonde · f2 vit bonde · g2 vit bonde · h2 vit bonde · a1 vit torn · b1 vit springare · c1 vit löpare · d1 vit drottning · e1 vit kung · f1 vit löpare · g1 vit springare · h1 vit torn | a8 svart torn · b8 svart springare · c8 svart löpare · d8 svart drottning · e8 svart kung · f8 svart löpare · g8 svart springare · h8 svart torn · a7 svart bonde · b7 svart bonde · c7 svart bonde · e7 svart bonde · f7 svart bonde · g7 svart bonde · h7 svart bonde · c4 svart bonde · d4 vit bonde · a2 vit bonde · b2 vit bonde · e2 vit bonde · f2 vit bonde · g2 vit bonde · h2 vit bonde · a1 vit torn · b1 vit springare · c1 vit löpare · d1 vit drottning · e1 vit kung · f1 vit löpare · g1 vit springare · h1 vit torn | a8 svart torn · b8 svart springare · c8 svart löpare · d8 svart drottning · e8 svart kung · f8 svart löpare · g8 svart springare · h8 svart torn · a7 svart bonde · b7 svart bonde · c7 svart bonde · e7 svart bonde · f7 svart bonde · g7 svart bonde · h7 svart bonde · c4 svart bonde · d4 vit bonde · a2 vit bonde · b2 vit bonde · e2 vit bonde · f2 vit bonde · g2 vit bonde · h2 vit bonde · a1 vit torn · b1 vit springare · c1 vit löpare · d1 vit drottning · e1 vit kung · f1 vit löpare · g1 vit springare · h1 vit torn | a8 svart torn · b8 svart springare · c8 svart löpare · d8 svart drottning · e8 svart kung · f8 svart löpare · g8 svart springare · h8 svart torn · a7 svart bonde · b7 svart bonde · c7 svart bonde · e7 svart bonde · f7 svart bonde · g7 svart bonde · h7 svart bonde · c4 svart bonde · d4 vit bonde · a2 vit bonde · b2 vit bonde · e2 vit bonde · f2 vit bonde · g2 vit bonde · h2 vit bonde · a1 vit torn · b1 vit springare · c1 vit löpare · d1 vit drottning · e1 vit kung · f1 vit löpare · g1 vit springare · h1 vit torn | 1 |
|   | a | b | c | d | e | f | g | h |   |

D20 Antagen damgambit
1.d4 d5 2.c4 dxc4
D21 Antagen damgambit
1.d4 d5 2.c4 dxc4 3.Sf3
D22 Antagen damgambit
1.d4 d5 2.c4 dxc4 3.Sf3 a6 4.e3 Lg4 5.Lxc4 e6 6.d5
D23 Antagen damgambit
1.d4 d5 2.c4 dxc4 3.Sf3 Sf6
D24 Antagen damgambit
1.d4 d5 2.c4 dxc4 3.Sf3 Sf6 4.Sc3
D25 Antagen damgambit
1.d4 d5 2.c4 dxc4 3.Sf3 Sf6 4.e3
D26 Antagen damgambit
1 d4 d5 2 c4 dxc4 3 Sf3 Sf6 4 e3 e6
D27 Antagen damgambit, klassiska varianten
1 d4 d5 2 c4 dxc4 3 Sf3 Sf6 4 e3 e6 5 Lxc4 c5 6 0-0 a6
D28 Antagen damgambit, klassiska varianten
1 d4 d5 2 c4 dxc4 3 Sf3 Sf6 4 e3 e6 5 Lxc4 c5 6 0-0 a6 7 De2
D29 Antagen damgambit, klassiska varianten
1 d4 d5 2 c4 dxc4 3 Sf3 Sf6 4 e3 e6 5 Lxc4 c5 6 0-0 a6 7 De2 b5 8 Lb3 Lb7

### D30-D69: Avböjd damgambit
|   | a | b | c | d | e | f | g | h |   |
| 8 | a8 svart torn · b8 svart springare · c8 svart löpare · d8 svart drottning · e8 svart kung · f8 svart löpare · g8 svart springare · h8 svart torn · a7 svart bonde · b7 svart bonde · c7 svart bonde · f7 svart bonde · g7 svart bonde · h7 svart bonde · e6 svart bonde · d5 svart bonde · c4 vit bonde · d4 vit bonde · a2 vit bonde · b2 vit bonde · e2 vit bonde · f2 vit bonde · g2 vit bonde · h2 vit bonde · a1 vit torn · b1 vit springare · c1 vit löpare · d1 vit drottning · e1 vit kung · f1 vit löpare · g1 vit springare · h1 vit torn | a8 svart torn · b8 svart springare · c8 svart löpare · d8 svart drottning · e8 svart kung · f8 svart löpare · g8 svart springare · h8 svart torn · a7 svart bonde · b7 svart bonde · c7 svart bonde · f7 svart bonde · g7 svart bonde · h7 svart bonde · e6 svart bonde · d5 svart bonde · c4 vit bonde · d4 vit bonde · a2 vit bonde · b2 vit bonde · e2 vit bonde · f2 vit bonde · g2 vit bonde · h2 vit bonde · a1 vit torn · b1 vit springare · c1 vit löpare · d1 vit drottning · e1 vit kung · f1 vit löpare · g1 vit springare · h1 vit torn | a8 svart torn · b8 svart springare · c8 svart löpare · d8 svart drottning · e8 svart kung · f8 svart löpare · g8 svart springare · h8 svart torn · a7 svart bonde · b7 svart bonde · c7 svart bonde · f7 svart bonde · g7 svart bonde · h7 svart bonde · e6 svart bonde · d5 svart bonde · c4 vit bonde · d4 vit bonde · a2 vit bonde · b2 vit bonde · e2 vit bonde · f2 vit bonde · g2 vit bonde · h2 vit bonde · a1 vit torn · b1 vit springare · c1 vit löpare · d1 vit drottning · e1 vit kung · f1 vit löpare · g1 vit springare · h1 vit torn | a8 svart torn · b8 svart springare · c8 svart löpare · d8 svart drottning · e8 svart kung · f8 svart löpare · g8 svart springare · h8 svart torn · a7 svart bonde · b7 svart bonde · c7 svart bonde · f7 svart bonde · g7 svart bonde · h7 svart bonde · e6 svart bonde · d5 svart bonde · c4 vit bonde · d4 vit bonde · a2 vit bonde · b2 vit bonde · e2 vit bonde · f2 vit bonde · g2 vit bonde · h2 vit bonde · a1 vit torn · b1 vit springare · c1 vit löpare · d1 vit drottning · e1 vit kung · f1 vit löpare · g1 vit springare · h1 vit torn | a8 svart torn · b8 svart springare · c8 svart löpare · d8 svart drottning · e8 svart kung · f8 svart löpare · g8 svart springare · h8 svart torn · a7 svart bonde · b7 svart bonde · c7 svart bonde · f7 svart bonde · g7 svart bonde · h7 svart bonde · e6 svart bonde · d5 svart bonde · c4 vit bonde · d4 vit bonde · a2 vit bonde · b2 vit bonde · e2 vit bonde · f2 vit bonde · g2 vit bonde · h2 vit bonde · a1 vit torn · b1 vit springare · c1 vit löpare · d1 vit drottning · e1 vit kung · f1 vit löpare · g1 vit springare · h1 vit torn | a8 svart torn · b8 svart springare · c8 svart löpare · d8 svart drottning · e8 svart kung · f8 svart löpare · g8 svart springare · h8 svart torn · a7 svart bonde · b7 svart bonde · c7 svart bonde · f7 svart bonde · g7 svart bonde · h7 svart bonde · e6 svart bonde · d5 svart bonde · c4 vit bonde · d4 vit bonde · a2 vit bonde · b2 vit bonde · e2 vit bonde · f2 vit bonde · g2 vit bonde · h2 vit bonde · a1 vit torn · b1 vit springare · c1 vit löpare · d1 vit drottning · e1 vit kung · f1 vit löpare · g1 vit springare · h1 vit torn | a8 svart torn · b8 svart springare · c8 svart löpare · d8 svart drottning · e8 svart kung · f8 svart löpare · g8 svart springare · h8 svart torn · a7 svart bonde · b7 svart bonde · c7 svart bonde · f7 svart bonde · g7 svart bonde · h7 svart bonde · e6 svart bonde · d5 svart bonde · c4 vit bonde · d4 vit bonde · a2 vit bonde · b2 vit bonde · e2 vit bonde · f2 vit bonde · g2 vit bonde · h2 vit bonde · a1 vit torn · b1 vit springare · c1 vit löpare · d1 vit drottning · e1 vit kung · f1 vit löpare · g1 vit springare · h1 vit torn | a8 svart torn · b8 svart springare · c8 svart löpare · d8 svart drottning · e8 svart kung · f8 svart löpare · g8 svart springare · h8 svart torn · a7 svart bonde · b7 svart bonde · c7 svart bonde · f7 svart bonde · g7 svart bonde · h7 svart bonde · e6 svart bonde · d5 svart bonde · c4 vit bonde · d4 vit bonde · a2 vit bonde · b2 vit bonde · e2 vit bonde · f2 vit bonde · g2 vit bonde · h2 vit bonde · a1 vit torn · b1 vit springare · c1 vit löpare · d1 vit drottning · e1 vit kung · f1 vit löpare · g1 vit springare · h1 vit torn | 8 |
| 7 | a8 svart torn · b8 svart springare · c8 svart löpare · d8 svart drottning · e8 svart kung · f8 svart löpare · g8 svart springare · h8 svart torn · a7 svart bonde · b7 svart bonde · c7 svart bonde · f7 svart bonde · g7 svart bonde · h7 svart bonde · e6 svart bonde · d5 svart bonde · c4 vit bonde · d4 vit bonde · a2 vit bonde · b2 vit bonde · e2 vit bonde · f2 vit bonde · g2 vit bonde · h2 vit bonde · a1 vit torn · b1 vit springare · c1 vit löpare · d1 vit drottning · e1 vit kung · f1 vit löpare · g1 vit springare · h1 vit torn | a8 svart torn · b8 svart springare · c8 svart löpare · d8 svart drottning · e8 svart kung · f8 svart löpare · g8 svart springare · h8 svart torn · a7 svart bonde · b7 svart bonde · c7 svart bonde · f7 svart bonde · g7 svart bonde · h7 svart bonde · e6 svart bonde · d5 svart bonde · c4 vit bonde · d4 vit bonde · a2 vit bonde · b2 vit bonde · e2 vit bonde · f2 vit bonde · g2 vit bonde · h2 vit bonde · a1 vit torn · b1 vit springare · c1 vit löpare · d1 vit drottning · e1 vit kung · f1 vit löpare · g1 vit springare · h1 vit torn | a8 svart torn · b8 svart springare · c8 svart löpare · d8 svart drottning · e8 svart kung · f8 svart löpare · g8 svart springare · h8 svart torn · a7 svart bonde · b7 svart bonde · c7 svart bonde · f7 svart bonde · g7 svart bonde · h7 svart bonde · e6 svart bonde · d5 svart bonde · c4 vit bonde · d4 vit bonde · a2 vit bonde · b2 vit bonde · e2 vit bonde · f2 vit bonde · g2 vit bonde · h2 vit bonde · a1 vit torn · b1 vit springare · c1 vit löpare · d1 vit drottning · e1 vit kung · f1 vit löpare · g1 vit springare · h1 vit torn | a8 svart torn · b8 svart springare · c8 svart löpare · d8 svart drottning · e8 svart kung · f8 svart löpare · g8 svart springare · h8 svart torn · a7 svart bonde · b7 svart bonde · c7 svart bonde · f7 svart bonde · g7 svart bonde · h7 svart bonde · e6 svart bonde · d5 svart bonde · c4 vit bonde · d4 vit bonde · a2 vit bonde · b2 vit bonde · e2 vit bonde · f2 vit bonde · g2 vit bonde · h2 vit bonde · a1 vit torn · b1 vit springare · c1 vit löpare · d1 vit drottning · e1 vit kung · f1 vit löpare · g1 vit springare · h1 vit torn | a8 svart torn · b8 svart springare · c8 svart löpare · d8 svart drottning · e8 svart kung · f8 svart löpare · g8 svart springare · h8 svart torn · a7 svart bonde · b7 svart bonde · c7 svart bonde · f7 svart bonde · g7 svart bonde · h7 svart bonde · e6 svart bonde · d5 svart bonde · c4 vit bonde · d4 vit bonde · a2 vit bonde · b2 vit bonde · e2 vit bonde · f2 vit bonde · g2 vit bonde · h2 vit bonde · a1 vit torn · b1 vit springare · c1 vit löpare · d1 vit drottning · e1 vit kung · f1 vit löpare · g1 vit springare · h1 vit torn | a8 svart torn · b8 svart springare · c8 svart löpare · d8 svart drottning · e8 svart kung · f8 svart löpare · g8 svart springare · h8 svart torn · a7 svart bonde · b7 svart bonde · c7 svart bonde · f7 svart bonde · g7 svart bonde · h7 svart bonde · e6 svart bonde · d5 svart bonde · c4 vit bonde · d4 vit bonde · a2 vit bonde · b2 vit bonde · e2 vit bonde · f2 vit bonde · g2 vit bonde · h2 vit bonde · a1 vit torn · b1 vit springare · c1 vit löpare · d1 vit drottning · e1 vit kung · f1 vit löpare · g1 vit springare · h1 vit torn | a8 svart torn · b8 svart springare · c8 svart löpare · d8 svart drottning · e8 svart kung · f8 svart löpare · g8 svart springare · h8 svart torn · a7 svart bonde · b7 svart bonde · c7 svart bonde · f7 svart bonde · g7 svart bonde · h7 svart bonde · e6 svart bonde · d5 svart bonde · c4 vit bonde · d4 vit bonde · a2 vit bonde · b2 vit bonde · e2 vit bonde · f2 vit bonde · g2 vit bonde · h2 vit bonde · a1 vit torn · b1 vit springare · c1 vit löpare · d1 vit drottning · e1 vit kung · f1 vit löpare · g1 vit springare · h1 vit torn | a8 svart torn · b8 svart springare · c8 svart löpare · d8 svart drottning · e8 svart kung · f8 svart löpare · g8 svart springare · h8 svart torn · a7 svart bonde · b7 svart bonde · c7 svart bonde · f7 svart bonde · g7 svart bonde · h7 svart bonde · e6 svart bonde · d5 svart bonde · c4 vit bonde · d4 vit bonde · a2 vit bonde · b2 vit bonde · e2 vit bonde · f2 vit bonde · g2 vit bonde · h2 vit bonde · a1 vit torn · b1 vit springare · c1 vit löpare · d1 vit drottning · e1 vit kung · f1 vit löpare · g1 vit springare · h1 vit torn | 7 |
| 6 | a8 svart torn · b8 svart springare · c8 svart löpare · d8 svart drottning · e8 svart kung · f8 svart löpare · g8 svart springare · h8 svart torn · a7 svart bonde · b7 svart bonde · c7 svart bonde · f7 svart bonde · g7 svart bonde · h7 svart bonde · e6 svart bonde · d5 svart bonde · c4 vit bonde · d4 vit bonde · a2 vit bonde · b2 vit bonde · e2 vit bonde · f2 vit bonde · g2 vit bonde · h2 vit bonde · a1 vit torn · b1 vit springare · c1 vit löpare · d1 vit drottning · e1 vit kung · f1 vit löpare · g1 vit springare · h1 vit torn | a8 svart torn · b8 svart springare · c8 svart löpare · d8 svart drottning · e8 svart kung · f8 svart löpare · g8 svart springare · h8 svart torn · a7 svart bonde · b7 svart bonde · c7 svart bonde · f7 svart bonde · g7 svart bonde · h7 svart bonde · e6 svart bonde · d5 svart bonde · c4 vit bonde · d4 vit bonde · a2 vit bonde · b2 vit bonde · e2 vit bonde · f2 vit bonde · g2 vit bonde · h2 vit bonde · a1 vit torn · b1 vit springare · c1 vit löpare · d1 vit drottning · e1 vit kung · f1 vit löpare · g1 vit springare · h1 vit torn | a8 svart torn · b8 svart springare · c8 svart löpare · d8 svart drottning · e8 svart kung · f8 svart löpare · g8 svart springare · h8 svart torn · a7 svart bonde · b7 svart bonde · c7 svart bonde · f7 svart bonde · g7 svart bonde · h7 svart bonde · e6 svart bonde · d5 svart bonde · c4 vit bonde · d4 vit bonde · a2 vit bonde · b2 vit bonde · e2 vit bonde · f2 vit bonde · g2 vit bonde · h2 vit bonde · a1 vit torn · b1 vit springare · c1 vit löpare · d1 vit drottning · e1 vit kung · f1 vit löpare · g1 vit springare · h1 vit torn | a8 svart torn · b8 svart springare · c8 svart löpare · d8 svart drottning · e8 svart kung · f8 svart löpare · g8 svart springare · h8 svart torn · a7 svart bonde · b7 svart bonde · c7 svart bonde · f7 svart bonde · g7 svart bonde · h7 svart bonde · e6 svart bonde · d5 svart bonde · c4 vit bonde · d4 vit bonde · a2 vit bonde · b2 vit bonde · e2 vit bonde · f2 vit bonde · g2 vit bonde · h2 vit bonde · a1 vit torn · b1 vit springare · c1 vit löpare · d1 vit drottning · e1 vit kung · f1 vit löpare · g1 vit springare · h1 vit torn | a8 svart torn · b8 svart springare · c8 svart löpare · d8 svart drottning · e8 svart kung · f8 svart löpare · g8 svart springare · h8 svart torn · a7 svart bonde · b7 svart bonde · c7 svart bonde · f7 svart bonde · g7 svart bonde · h7 svart bonde · e6 svart bonde · d5 svart bonde · c4 vit bonde · d4 vit bonde · a2 vit bonde · b2 vit bonde · e2 vit bonde · f2 vit bonde · g2 vit bonde · h2 vit bonde · a1 vit torn · b1 vit springare · c1 vit löpare · d1 vit drottning · e1 vit kung · f1 vit löpare · g1 vit springare · h1 vit torn | a8 svart torn · b8 svart springare · c8 svart löpare · d8 svart drottning · e8 svart kung · f8 svart löpare · g8 svart springare · h8 svart torn · a7 svart bonde · b7 svart bonde · c7 svart bonde · f7 svart bonde · g7 svart bonde · h7 svart bonde · e6 svart bonde · d5 svart bonde · c4 vit bonde · d4 vit bonde · a2 vit bonde · b2 vit bonde · e2 vit bonde · f2 vit bonde · g2 vit bonde · h2 vit bonde · a1 vit torn · b1 vit springare · c1 vit löpare · d1 vit drottning · e1 vit kung · f1 vit löpare · g1 vit springare · h1 vit torn | a8 svart torn · b8 svart springare · c8 svart löpare · d8 svart drottning · e8 svart kung · f8 svart löpare · g8 svart springare · h8 svart torn · a7 svart bonde · b7 svart bonde · c7 svart bonde · f7 svart bonde · g7 svart bonde · h7 svart bonde · e6 svart bonde · d5 svart bonde · c4 vit bonde · d4 vit bonde · a2 vit bonde · b2 vit bonde · e2 vit bonde · f2 vit bonde · g2 vit bonde · h2 vit bonde · a1 vit torn · b1 vit springare · c1 vit löpare · d1 vit drottning · e1 vit kung · f1 vit löpare · g1 vit springare · h1 vit torn | a8 svart torn · b8 svart springare · c8 svart löpare · d8 svart drottning · e8 svart kung · f8 svart löpare · g8 svart springare · h8 svart torn · a7 svart bonde · b7 svart bonde · c7 svart bonde · f7 svart bonde · g7 svart bonde · h7 svart bonde · e6 svart bonde · d5 svart bonde · c4 vit bonde · d4 vit bonde · a2 vit bonde · b2 vit bonde · e2 vit bonde · f2 vit bonde · g2 vit bonde · h2 vit bonde · a1 vit torn · b1 vit springare · c1 vit löpare · d1 vit drottning · e1 vit kung · f1 vit löpare · g1 vit springare · h1 vit torn | 6 |
| 5 | a8 svart torn · b8 svart springare · c8 svart löpare · d8 svart drottning · e8 svart kung · f8 svart löpare · g8 svart springare · h8 svart torn · a7 svart bonde · b7 svart bonde · c7 svart bonde · f7 svart bonde · g7 svart bonde · h7 svart bonde · e6 svart bonde · d5 svart bonde · c4 vit bonde · d4 vit bonde · a2 vit bonde · b2 vit bonde · e2 vit bonde · f2 vit bonde · g2 vit bonde · h2 vit bonde · a1 vit torn · b1 vit springare · c1 vit löpare · d1 vit drottning · e1 vit kung · f1 vit löpare · g1 vit springare · h1 vit torn | a8 svart torn · b8 svart springare · c8 svart löpare · d8 svart drottning · e8 svart kung · f8 svart löpare · g8 svart springare · h8 svart torn · a7 svart bonde · b7 svart bonde · c7 svart bonde · f7 svart bonde · g7 svart bonde · h7 svart bonde · e6 svart bonde · d5 svart bonde · c4 vit bonde · d4 vit bonde · a2 vit bonde · b2 vit bonde · e2 vit bonde · f2 vit bonde · g2 vit bonde · h2 vit bonde · a1 vit torn · b1 vit springare · c1 vit löpare · d1 vit drottning · e1 vit kung · f1 vit löpare · g1 vit springare · h1 vit torn | a8 svart torn · b8 svart springare · c8 svart löpare · d8 svart drottning · e8 svart kung · f8 svart löpare · g8 svart springare · h8 svart torn · a7 svart bonde · b7 svart bonde · c7 svart bonde · f7 svart bonde · g7 svart bonde · h7 svart bonde · e6 svart bonde · d5 svart bonde · c4 vit bonde · d4 vit bonde · a2 vit bonde · b2 vit bonde · e2 vit bonde · f2 vit bonde · g2 vit bonde · h2 vit bonde · a1 vit torn · b1 vit springare · c1 vit löpare · d1 vit drottning · e1 vit kung · f1 vit löpare · g1 vit springare · h1 vit torn | a8 svart torn · b8 svart springare · c8 svart löpare · d8 svart drottning · e8 svart kung · f8 svart löpare · g8 svart springare · h8 svart torn · a7 svart bonde · b7 svart bonde · c7 svart bonde · f7 svart bonde · g7 svart bonde · h7 svart bonde · e6 svart bonde · d5 svart bonde · c4 vit bonde · d4 vit bonde · a2 vit bonde · b2 vit bonde · e2 vit bonde · f2 vit bonde · g2 vit bonde · h2 vit bonde · a1 vit torn · b1 vit springare · c1 vit löpare · d1 vit drottning · e1 vit kung · f1 vit löpare · g1 vit springare · h1 vit torn | a8 svart torn · b8 svart springare · c8 svart löpare · d8 svart drottning · e8 svart kung · f8 svart löpare · g8 svart springare · h8 svart torn · a7 svart bonde · b7 svart bonde · c7 svart bonde · f7 svart bonde · g7 svart bonde · h7 svart bonde · e6 svart bonde · d5 svart bonde · c4 vit bonde · d4 vit bonde · a2 vit bonde · b2 vit bonde · e2 vit bonde · f2 vit bonde · g2 vit bonde · h2 vit bonde · a1 vit torn · b1 vit springare · c1 vit löpare · d1 vit drottning · e1 vit kung · f1 vit löpare · g1 vit springare · h1 vit torn | a8 svart torn · b8 svart springare · c8 svart löpare · d8 svart drottning · e8 svart kung · f8 svart löpare · g8 svart springare · h8 svart torn · a7 svart bonde · b7 svart bonde · c7 svart bonde · f7 svart bonde · g7 svart bonde · h7 svart bonde · e6 svart bonde · d5 svart bonde · c4 vit bonde · d4 vit bonde · a2 vit bonde · b2 vit bonde · e2 vit bonde · f2 vit bonde · g2 vit bonde · h2 vit bonde · a1 vit torn · b1 vit springare · c1 vit löpare · d1 vit drottning · e1 vit kung · f1 vit löpare · g1 vit springare · h1 vit torn | a8 svart torn · b8 svart springare · c8 svart löpare · d8 svart drottning · e8 svart kung · f8 svart löpare · g8 svart springare · h8 svart torn · a7 svart bonde · b7 svart bonde · c7 svart bonde · f7 svart bonde · g7 svart bonde · h7 svart bonde · e6 svart bonde · d5 svart bonde · c4 vit bonde · d4 vit bonde · a2 vit bonde · b2 vit bonde · e2 vit bonde · f2 vit bonde · g2 vit bonde · h2 vit bonde · a1 vit torn · b1 vit springare · c1 vit löpare · d1 vit drottning · e1 vit kung · f1 vit löpare · g1 vit springare · h1 vit torn | a8 svart torn · b8 svart springare · c8 svart löpare · d8 svart drottning · e8 svart kung · f8 svart löpare · g8 svart springare · h8 svart torn · a7 svart bonde · b7 svart bonde · c7 svart bonde · f7 svart bonde · g7 svart bonde · h7 svart bonde · e6 svart bonde · d5 svart bonde · c4 vit bonde · d4 vit bonde · a2 vit bonde · b2 vit bonde · e2 vit bonde · f2 vit bonde · g2 vit bonde · h2 vit bonde · a1 vit torn · b1 vit springare · c1 vit löpare · d1 vit drottning · e1 vit kung · f1 vit löpare · g1 vit springare · h1 vit torn | 5 |
| 4 | a8 svart torn · b8 svart springare · c8 svart löpare · d8 svart drottning · e8 svart kung · f8 svart löpare · g8 svart springare · h8 svart torn · a7 svart bonde · b7 svart bonde · c7 svart bonde · f7 svart bonde · g7 svart bonde · h7 svart bonde · e6 svart bonde · d5 svart bonde · c4 vit bonde · d4 vit bonde · a2 vit bonde · b2 vit bonde · e2 vit bonde · f2 vit bonde · g2 vit bonde · h2 vit bonde · a1 vit torn · b1 vit springare · c1 vit löpare · d1 vit drottning · e1 vit kung · f1 vit löpare · g1 vit springare · h1 vit torn | a8 svart torn · b8 svart springare · c8 svart löpare · d8 svart drottning · e8 svart kung · f8 svart löpare · g8 svart springare · h8 svart torn · a7 svart bonde · b7 svart bonde · c7 svart bonde · f7 svart bonde · g7 svart bonde · h7 svart bonde · e6 svart bonde · d5 svart bonde · c4 vit bonde · d4 vit bonde · a2 vit bonde · b2 vit bonde · e2 vit bonde · f2 vit bonde · g2 vit bonde · h2 vit bonde · a1 vit torn · b1 vit springare · c1 vit löpare · d1 vit drottning · e1 vit kung · f1 vit löpare · g1 vit springare · h1 vit torn | a8 svart torn · b8 svart springare · c8 svart löpare · d8 svart drottning · e8 svart kung · f8 svart löpare · g8 svart springare · h8 svart torn · a7 svart bonde · b7 svart bonde · c7 svart bonde · f7 svart bonde · g7 svart bonde · h7 svart bonde · e6 svart bonde · d5 svart bonde · c4 vit bonde · d4 vit bonde · a2 vit bonde · b2 vit bonde · e2 vit bonde · f2 vit bonde · g2 vit bonde · h2 vit bonde · a1 vit torn · b1 vit springare · c1 vit löpare · d1 vit drottning · e1 vit kung · f1 vit löpare · g1 vit springare · h1 vit torn | a8 svart torn · b8 svart springare · c8 svart löpare · d8 svart drottning · e8 svart kung · f8 svart löpare · g8 svart springare · h8 svart torn · a7 svart bonde · b7 svart bonde · c7 svart bonde · f7 svart bonde · g7 svart bonde · h7 svart bonde · e6 svart bonde · d5 svart bonde · c4 vit bonde · d4 vit bonde · a2 vit bonde · b2 vit bonde · e2 vit bonde · f2 vit bonde · g2 vit bonde · h2 vit bonde · a1 vit torn · b1 vit springare · c1 vit löpare · d1 vit drottning · e1 vit kung · f1 vit löpare · g1 vit springare · h1 vit torn | a8 svart torn · b8 svart springare · c8 svart löpare · d8 svart drottning · e8 svart kung · f8 svart löpare · g8 svart springare · h8 svart torn · a7 svart bonde · b7 svart bonde · c7 svart bonde · f7 svart bonde · g7 svart bonde · h7 svart bonde · e6 svart bonde · d5 svart bonde · c4 vit bonde · d4 vit bonde · a2 vit bonde · b2 vit bonde · e2 vit bonde · f2 vit bonde · g2 vit bonde · h2 vit bonde · a1 vit torn · b1 vit springare · c1 vit löpare · d1 vit drottning · e1 vit kung · f1 vit löpare · g1 vit springare · h1 vit torn | a8 svart torn · b8 svart springare · c8 svart löpare · d8 svart drottning · e8 svart kung · f8 svart löpare · g8 svart springare · h8 svart torn · a7 svart bonde · b7 svart bonde · c7 svart bonde · f7 svart bonde · g7 svart bonde · h7 svart bonde · e6 svart bonde · d5 svart bonde · c4 vit bonde · d4 vit bonde · a2 vit bonde · b2 vit bonde · e2 vit bonde · f2 vit bonde · g2 vit bonde · h2 vit bonde · a1 vit torn · b1 vit springare · c1 vit löpare · d1 vit drottning · e1 vit kung · f1 vit löpare · g1 vit springare · h1 vit torn | a8 svart torn · b8 svart springare · c8 svart löpare · d8 svart drottning · e8 svart kung · f8 svart löpare · g8 svart springare · h8 svart torn · a7 svart bonde · b7 svart bonde · c7 svart bonde · f7 svart bonde · g7 svart bonde · h7 svart bonde · e6 svart bonde · d5 svart bonde · c4 vit bonde · d4 vit bonde · a2 vit bonde · b2 vit bonde · e2 vit bonde · f2 vit bonde · g2 vit bonde · h2 vit bonde · a1 vit torn · b1 vit springare · c1 vit löpare · d1 vit drottning · e1 vit kung · f1 vit löpare · g1 vit springare · h1 vit torn | a8 svart torn · b8 svart springare · c8 svart löpare · d8 svart drottning · e8 svart kung · f8 svart löpare · g8 svart springare · h8 svart torn · a7 svart bonde · b7 svart bonde · c7 svart bonde · f7 svart bonde · g7 svart bonde · h7 svart bonde · e6 svart bonde · d5 svart bonde · c4 vit bonde · d4 vit bonde · a2 vit bonde · b2 vit bonde · e2 vit bonde · f2 vit bonde · g2 vit bonde · h2 vit bonde · a1 vit torn · b1 vit springare · c1 vit löpare · d1 vit drottning · e1 vit kung · f1 vit löpare · g1 vit springare · h1 vit torn | 4 |
| 3 | a8 svart torn · b8 svart springare · c8 svart löpare · d8 svart drottning · e8 svart kung · f8 svart löpare · g8 svart springare · h8 svart torn · a7 svart bonde · b7 svart bonde · c7 svart bonde · f7 svart bonde · g7 svart bonde · h7 svart bonde · e6 svart bonde · d5 svart bonde · c4 vit bonde · d4 vit bonde · a2 vit bonde · b2 vit bonde · e2 vit bonde · f2 vit bonde · g2 vit bonde · h2 vit bonde · a1 vit torn · b1 vit springare · c1 vit löpare · d1 vit drottning · e1 vit kung · f1 vit löpare · g1 vit springare · h1 vit torn | a8 svart torn · b8 svart springare · c8 svart löpare · d8 svart drottning · e8 svart kung · f8 svart löpare · g8 svart springare · h8 svart torn · a7 svart bonde · b7 svart bonde · c7 svart bonde · f7 svart bonde · g7 svart bonde · h7 svart bonde · e6 svart bonde · d5 svart bonde · c4 vit bonde · d4 vit bonde · a2 vit bonde · b2 vit bonde · e2 vit bonde · f2 vit bonde · g2 vit bonde · h2 vit bonde · a1 vit torn · b1 vit springare · c1 vit löpare · d1 vit drottning · e1 vit kung · f1 vit löpare · g1 vit springare · h1 vit torn | a8 svart torn · b8 svart springare · c8 svart löpare · d8 svart drottning · e8 svart kung · f8 svart löpare · g8 svart springare · h8 svart torn · a7 svart bonde · b7 svart bonde · c7 svart bonde · f7 svart bonde · g7 svart bonde · h7 svart bonde · e6 svart bonde · d5 svart bonde · c4 vit bonde · d4 vit bonde · a2 vit bonde · b2 vit bonde · e2 vit bonde · f2 vit bonde · g2 vit bonde · h2 vit bonde · a1 vit torn · b1 vit springare · c1 vit löpare · d1 vit drottning · e1 vit kung · f1 vit löpare · g1 vit springare · h1 vit torn | a8 svart torn · b8 svart springare · c8 svart löpare · d8 svart drottning · e8 svart kung · f8 svart löpare · g8 svart springare · h8 svart torn · a7 svart bonde · b7 svart bonde · c7 svart bonde · f7 svart bonde · g7 svart bonde · h7 svart bonde · e6 svart bonde · d5 svart bonde · c4 vit bonde · d4 vit bonde · a2 vit bonde · b2 vit bonde · e2 vit bonde · f2 vit bonde · g2 vit bonde · h2 vit bonde · a1 vit torn · b1 vit springare · c1 vit löpare · d1 vit drottning · e1 vit kung · f1 vit löpare · g1 vit springare · h1 vit torn | a8 svart torn · b8 svart springare · c8 svart löpare · d8 svart drottning · e8 svart kung · f8 svart löpare · g8 svart springare · h8 svart torn · a7 svart bonde · b7 svart bonde · c7 svart bonde · f7 svart bonde · g7 svart bonde · h7 svart bonde · e6 svart bonde · d5 svart bonde · c4 vit bonde · d4 vit bonde · a2 vit bonde · b2 vit bonde · e2 vit bonde · f2 vit bonde · g2 vit bonde · h2 vit bonde · a1 vit torn · b1 vit springare · c1 vit löpare · d1 vit drottning · e1 vit kung · f1 vit löpare · g1 vit springare · h1 vit torn | a8 svart torn · b8 svart springare · c8 svart löpare · d8 svart drottning · e8 svart kung · f8 svart löpare · g8 svart springare · h8 svart torn · a7 svart bonde · b7 svart bonde · c7 svart bonde · f7 svart bonde · g7 svart bonde · h7 svart bonde · e6 svart bonde · d5 svart bonde · c4 vit bonde · d4 vit bonde · a2 vit bonde · b2 vit bonde · e2 vit bonde · f2 vit bonde · g2 vit bonde · h2 vit bonde · a1 vit torn · b1 vit springare · c1 vit löpare · d1 vit drottning · e1 vit kung · f1 vit löpare · g1 vit springare · h1 vit torn | a8 svart torn · b8 svart springare · c8 svart löpare · d8 svart drottning · e8 svart kung · f8 svart löpare · g8 svart springare · h8 svart torn · a7 svart bonde · b7 svart bonde · c7 svart bonde · f7 svart bonde · g7 svart bonde · h7 svart bonde · e6 svart bonde · d5 svart bonde · c4 vit bonde · d4 vit bonde · a2 vit bonde · b2 vit bonde · e2 vit bonde · f2 vit bonde · g2 vit bonde · h2 vit bonde · a1 vit torn · b1 vit springare · c1 vit löpare · d1 vit drottning · e1 vit kung · f1 vit löpare · g1 vit springare · h1 vit torn | a8 svart torn · b8 svart springare · c8 svart löpare · d8 svart drottning · e8 svart kung · f8 svart löpare · g8 svart springare · h8 svart torn · a7 svart bonde · b7 svart bonde · c7 svart bonde · f7 svart bonde · g7 svart bonde · h7 svart bonde · e6 svart bonde · d5 svart bonde · c4 vit bonde · d4 vit bonde · a2 vit bonde · b2 vit bonde · e2 vit bonde · f2 vit bonde · g2 vit bonde · h2 vit bonde · a1 vit torn · b1 vit springare · c1 vit löpare · d1 vit drottning · e1 vit kung · f1 vit löpare · g1 vit springare · h1 vit torn | 3 |
| 2 | a8 svart torn · b8 svart springare · c8 svart löpare · d8 svart drottning · e8 svart kung · f8 svart löpare · g8 svart springare · h8 svart torn · a7 svart bonde · b7 svart bonde · c7 svart bonde · f7 svart bonde · g7 svart bonde · h7 svart bonde · e6 svart bonde · d5 svart bonde · c4 vit bonde · d4 vit bonde · a2 vit bonde · b2 vit bonde · e2 vit bonde · f2 vit bonde · g2 vit bonde · h2 vit bonde · a1 vit torn · b1 vit springare · c1 vit löpare · d1 vit drottning · e1 vit kung · f1 vit löpare · g1 vit springare · h1 vit torn | a8 svart torn · b8 svart springare · c8 svart löpare · d8 svart drottning · e8 svart kung · f8 svart löpare · g8 svart springare · h8 svart torn · a7 svart bonde · b7 svart bonde · c7 svart bonde · f7 svart bonde · g7 svart bonde · h7 svart bonde · e6 svart bonde · d5 svart bonde · c4 vit bonde · d4 vit bonde · a2 vit bonde · b2 vit bonde · e2 vit bonde · f2 vit bonde · g2 vit bonde · h2 vit bonde · a1 vit torn · b1 vit springare · c1 vit löpare · d1 vit drottning · e1 vit kung · f1 vit löpare · g1 vit springare · h1 vit torn | a8 svart torn · b8 svart springare · c8 svart löpare · d8 svart drottning · e8 svart kung · f8 svart löpare · g8 svart springare · h8 svart torn · a7 svart bonde · b7 svart bonde · c7 svart bonde · f7 svart bonde · g7 svart bonde · h7 svart bonde · e6 svart bonde · d5 svart bonde · c4 vit bonde · d4 vit bonde · a2 vit bonde · b2 vit bonde · e2 vit bonde · f2 vit bonde · g2 vit bonde · h2 vit bonde · a1 vit torn · b1 vit springare · c1 vit löpare · d1 vit drottning · e1 vit kung · f1 vit löpare · g1 vit springare · h1 vit torn | a8 svart torn · b8 svart springare · c8 svart löpare · d8 svart drottning · e8 svart kung · f8 svart löpare · g8 svart springare · h8 svart torn · a7 svart bonde · b7 svart bonde · c7 svart bonde · f7 svart bonde · g7 svart bonde · h7 svart bonde · e6 svart bonde · d5 svart bonde · c4 vit bonde · d4 vit bonde · a2 vit bonde · b2 vit bonde · e2 vit bonde · f2 vit bonde · g2 vit bonde · h2 vit bonde · a1 vit torn · b1 vit springare · c1 vit löpare · d1 vit drottning · e1 vit kung · f1 vit löpare · g1 vit springare · h1 vit torn | a8 svart torn · b8 svart springare · c8 svart löpare · d8 svart drottning · e8 svart kung · f8 svart löpare · g8 svart springare · h8 svart torn · a7 svart bonde · b7 svart bonde · c7 svart bonde · f7 svart bonde · g7 svart bonde · h7 svart bonde · e6 svart bonde · d5 svart bonde · c4 vit bonde · d4 vit bonde · a2 vit bonde · b2 vit bonde · e2 vit bonde · f2 vit bonde · g2 vit bonde · h2 vit bonde · a1 vit torn · b1 vit springare · c1 vit löpare · d1 vit drottning · e1 vit kung · f1 vit löpare · g1 vit springare · h1 vit torn | a8 svart torn · b8 svart springare · c8 svart löpare · d8 svart drottning · e8 svart kung · f8 svart löpare · g8 svart springare · h8 svart torn · a7 svart bonde · b7 svart bonde · c7 svart bonde · f7 svart bonde · g7 svart bonde · h7 svart bonde · e6 svart bonde · d5 svart bonde · c4 vit bonde · d4 vit bonde · a2 vit bonde · b2 vit bonde · e2 vit bonde · f2 vit bonde · g2 vit bonde · h2 vit bonde · a1 vit torn · b1 vit springare · c1 vit löpare · d1 vit drottning · e1 vit kung · f1 vit löpare · g1 vit springare · h1 vit torn | a8 svart torn · b8 svart springare · c8 svart löpare · d8 svart drottning · e8 svart kung · f8 svart löpare · g8 svart springare · h8 svart torn · a7 svart bonde · b7 svart bonde · c7 svart bonde · f7 svart bonde · g7 svart bonde · h7 svart bonde · e6 svart bonde · d5 svart bonde · c4 vit bonde · d4 vit bonde · a2 vit bonde · b2 vit bonde · e2 vit bonde · f2 vit bonde · g2 vit bonde · h2 vit bonde · a1 vit torn · b1 vit springare · c1 vit löpare · d1 vit drottning · e1 vit kung · f1 vit löpare · g1 vit springare · h1 vit torn | a8 svart torn · b8 svart springare · c8 svart löpare · d8 svart drottning · e8 svart kung · f8 svart löpare · g8 svart springare · h8 svart torn · a7 svart bonde · b7 svart bonde · c7 svart bonde · f7 svart bonde · g7 svart bonde · h7 svart bonde · e6 svart bonde · d5 svart bonde · c4 vit bonde · d4 vit bonde · a2 vit bonde · b2 vit bonde · e2 vit bonde · f2 vit bonde · g2 vit bonde · h2 vit bonde · a1 vit torn · b1 vit springare · c1 vit löpare · d1 vit drottning · e1 vit kung · f1 vit löpare · g1 vit springare · h1 vit torn | 2 |
| 1 | a8 svart torn · b8 svart springare · c8 svart löpare · d8 svart drottning · e8 svart kung · f8 svart löpare · g8 svart springare · h8 svart torn · a7 svart bonde · b7 svart bonde · c7 svart bonde · f7 svart bonde · g7 svart bonde · h7 svart bonde · e6 svart bonde · d5 svart bonde · c4 vit bonde · d4 vit bonde · a2 vit bonde · b2 vit bonde · e2 vit bonde · f2 vit bonde · g2 vit bonde · h2 vit bonde · a1 vit torn · b1 vit springare · c1 vit löpare · d1 vit drottning · e1 vit kung · f1 vit löpare · g1 vit springare · h1 vit torn | a8 svart torn · b8 svart springare · c8 svart löpare · d8 svart drottning · e8 svart kung · f8 svart löpare · g8 svart springare · h8 svart torn · a7 svart bonde · b7 svart bonde · c7 svart bonde · f7 svart bonde · g7 svart bonde · h7 svart bonde · e6 svart bonde · d5 svart bonde · c4 vit bonde · d4 vit bonde · a2 vit bonde · b2 vit bonde · e2 vit bonde · f2 vit bonde · g2 vit bonde · h2 vit bonde · a1 vit torn · b1 vit springare · c1 vit löpare · d1 vit drottning · e1 vit kung · f1 vit löpare · g1 vit springare · h1 vit torn | a8 svart torn · b8 svart springare · c8 svart löpare · d8 svart drottning · e8 svart kung · f8 svart löpare · g8 svart springare · h8 svart torn · a7 svart bonde · b7 svart bonde · c7 svart bonde · f7 svart bonde · g7 svart bonde · h7 svart bonde · e6 svart bonde · d5 svart bonde · c4 vit bonde · d4 vit bonde · a2 vit bonde · b2 vit bonde · e2 vit bonde · f2 vit bonde · g2 vit bonde · h2 vit bonde · a1 vit torn · b1 vit springare · c1 vit löpare · d1 vit drottning · e1 vit kung · f1 vit löpare · g1 vit springare · h1 vit torn | a8 svart torn · b8 svart springare · c8 svart löpare · d8 svart drottning · e8 svart kung · f8 svart löpare · g8 svart springare · h8 svart torn · a7 svart bonde · b7 svart bonde · c7 svart bonde · f7 svart bonde · g7 svart bonde · h7 svart bonde · e6 svart bonde · d5 svart bonde · c4 vit bonde · d4 vit bonde · a2 vit bonde · b2 vit bonde · e2 vit bonde · f2 vit bonde · g2 vit bonde · h2 vit bonde · a1 vit torn · b1 vit springare · c1 vit löpare · d1 vit drottning · e1 vit kung · f1 vit löpare · g1 vit springare · h1 vit torn | a8 svart torn · b8 svart springare · c8 svart löpare · d8 svart drottning · e8 svart kung · f8 svart löpare · g8 svart springare · h8 svart torn · a7 svart bonde · b7 svart bonde · c7 svart bonde · f7 svart bonde · g7 svart bonde · h7 svart bonde · e6 svart bonde · d5 svart bonde · c4 vit bonde · d4 vit bonde · a2 vit bonde · b2 vit bonde · e2 vit bonde · f2 vit bonde · g2 vit bonde · h2 vit bonde · a1 vit torn · b1 vit springare · c1 vit löpare · d1 vit drottning · e1 vit kung · f1 vit löpare · g1 vit springare · h1 vit torn | a8 svart torn · b8 svart springare · c8 svart löpare · d8 svart drottning · e8 svart kung · f8 svart löpare · g8 svart springare · h8 svart torn · a7 svart bonde · b7 svart bonde · c7 svart bonde · f7 svart bonde · g7 svart bonde · h7 svart bonde · e6 svart bonde · d5 svart bonde · c4 vit bonde · d4 vit bonde · a2 vit bonde · b2 vit bonde · e2 vit bonde · f2 vit bonde · g2 vit bonde · h2 vit bonde · a1 vit torn · b1 vit springare · c1 vit löpare · d1 vit drottning · e1 vit kung · f1 vit löpare · g1 vit springare · h1 vit torn | a8 svart torn · b8 svart springare · c8 svart löpare · d8 svart drottning · e8 svart kung · f8 svart löpare · g8 svart springare · h8 svart torn · a7 svart bonde · b7 svart bonde · c7 svart bonde · f7 svart bonde · g7 svart bonde · h7 svart bonde · e6 svart bonde · d5 svart bonde · c4 vit bonde · d4 vit bonde · a2 vit bonde · b2 vit bonde · e2 vit bonde · f2 vit bonde · g2 vit bonde · h2 vit bonde · a1 vit torn · b1 vit springare · c1 vit löpare · d1 vit drottning · e1 vit kung · f1 vit löpare · g1 vit springare · h1 vit torn | a8 svart torn · b8 svart springare · c8 svart löpare · d8 svart drottning · e8 svart kung · f8 svart löpare · g8 svart springare · h8 svart torn · a7 svart bonde · b7 svart bonde · c7 svart bonde · f7 svart bonde · g7 svart bonde · h7 svart bonde · e6 svart bonde · d5 svart bonde · c4 vit bonde · d4 vit bonde · a2 vit bonde · b2 vit bonde · e2 vit bonde · f2 vit bonde · g2 vit bonde · h2 vit bonde · a1 vit torn · b1 vit springare · c1 vit löpare · d1 vit drottning · e1 vit kung · f1 vit löpare · g1 vit springare · h1 vit torn | 1 |
|   | a | b | c | d | e | f | g | h |   |

D30 Avböjd damgambit
1.d4 d5 2.c4 e6
D31 Avböjd damgambit
1.d4 d5 2.c4 e6 3.Sc3
D32 Avböjd damgambit, Tarraschförsvaret
1.d4 d5 2.c4 e6 3.Sc3 c5
D33 Avböjd damgambit, Tarraschförsvaret
1.d4 d5 2.c4 e6 3.Sc3 c5 4.cxd5 exd5 5.Sf3 Sc6 6.g3
D34 Avböjd damgambit, Tarraschförsvaret
1.d4 d5 2.c4 e6 3.Sc3 c5 4.cxd5 exd5 5.Sf3 Sc6 6.g3 Sf6 7.Lg2 Le7
D35 Avböjd damgambit
1.d4 d5 2.c4 e6 3.Sc3 Sf6
D36 Avböjd damgambit, avbytesvarianten, positionella varianten, 6.Dc2
1.d4 d5 2.c4 e6 3.Sc3 Sf6 4.cxd5 exd5 5.Lg5 c6 6.Dc2
D37 Avböjd damgambit
1.d4 d5 2.c4 e6 3.Sc3 Sf6 4.Sf3
D38 Avböjd damgambit, Ragozinvarianten
1.d4 d5 2.c4 e6 3.Sc3 Sf6 4.Sf3 Lb4
D39 Avböjd damgambit, Ragozin, Wienervarianten
1.d4 d5 2.c4 e6 3.Sc3 Sf6 4.Sf3 Lb4 5.Lg5 dxc4
|   | a | b | c | d | e | f | g | h |   |
| 8 | a8 svart torn · b8 svart springare · c8 svart löpare · d8 svart drottning · e8 svart kung · f8 svart löpare · h8 svart torn · a7 svart bonde · b7 svart bonde · c7 svart bonde · f7 svart bonde · g7 svart bonde · h7 svart bonde · e6 svart bonde · f6 svart springare · d5 svart bonde · c4 vit bonde · d4 vit bonde · c3 vit springare · f3 vit springare · a2 vit bonde · b2 vit bonde · e2 vit bonde · f2 vit bonde · g2 vit bonde · h2 vit bonde · a1 vit torn · c1 vit löpare · d1 vit drottning · e1 vit kung · f1 vit löpare · h1 vit torn | a8 svart torn · b8 svart springare · c8 svart löpare · d8 svart drottning · e8 svart kung · f8 svart löpare · h8 svart torn · a7 svart bonde · b7 svart bonde · c7 svart bonde · f7 svart bonde · g7 svart bonde · h7 svart bonde · e6 svart bonde · f6 svart springare · d5 svart bonde · c4 vit bonde · d4 vit bonde · c3 vit springare · f3 vit springare · a2 vit bonde · b2 vit bonde · e2 vit bonde · f2 vit bonde · g2 vit bonde · h2 vit bonde · a1 vit torn · c1 vit löpare · d1 vit drottning · e1 vit kung · f1 vit löpare · h1 vit torn | a8 svart torn · b8 svart springare · c8 svart löpare · d8 svart drottning · e8 svart kung · f8 svart löpare · h8 svart torn · a7 svart bonde · b7 svart bonde · c7 svart bonde · f7 svart bonde · g7 svart bonde · h7 svart bonde · e6 svart bonde · f6 svart springare · d5 svart bonde · c4 vit bonde · d4 vit bonde · c3 vit springare · f3 vit springare · a2 vit bonde · b2 vit bonde · e2 vit bonde · f2 vit bonde · g2 vit bonde · h2 vit bonde · a1 vit torn · c1 vit löpare · d1 vit drottning · e1 vit kung · f1 vit löpare · h1 vit torn | a8 svart torn · b8 svart springare · c8 svart löpare · d8 svart drottning · e8 svart kung · f8 svart löpare · h8 svart torn · a7 svart bonde · b7 svart bonde · c7 svart bonde · f7 svart bonde · g7 svart bonde · h7 svart bonde · e6 svart bonde · f6 svart springare · d5 svart bonde · c4 vit bonde · d4 vit bonde · c3 vit springare · f3 vit springare · a2 vit bonde · b2 vit bonde · e2 vit bonde · f2 vit bonde · g2 vit bonde · h2 vit bonde · a1 vit torn · c1 vit löpare · d1 vit drottning · e1 vit kung · f1 vit löpare · h1 vit torn | a8 svart torn · b8 svart springare · c8 svart löpare · d8 svart drottning · e8 svart kung · f8 svart löpare · h8 svart torn · a7 svart bonde · b7 svart bonde · c7 svart bonde · f7 svart bonde · g7 svart bonde · h7 svart bonde · e6 svart bonde · f6 svart springare · d5 svart bonde · c4 vit bonde · d4 vit bonde · c3 vit springare · f3 vit springare · a2 vit bonde · b2 vit bonde · e2 vit bonde · f2 vit bonde · g2 vit bonde · h2 vit bonde · a1 vit torn · c1 vit löpare · d1 vit drottning · e1 vit kung · f1 vit löpare · h1 vit torn | a8 svart torn · b8 svart springare · c8 svart löpare · d8 svart drottning · e8 svart kung · f8 svart löpare · h8 svart torn · a7 svart bonde · b7 svart bonde · c7 svart bonde · f7 svart bonde · g7 svart bonde · h7 svart bonde · e6 svart bonde · f6 svart springare · d5 svart bonde · c4 vit bonde · d4 vit bonde · c3 vit springare · f3 vit springare · a2 vit bonde · b2 vit bonde · e2 vit bonde · f2 vit bonde · g2 vit bonde · h2 vit bonde · a1 vit torn · c1 vit löpare · d1 vit drottning · e1 vit kung · f1 vit löpare · h1 vit torn | a8 svart torn · b8 svart springare · c8 svart löpare · d8 svart drottning · e8 svart kung · f8 svart löpare · h8 svart torn · a7 svart bonde · b7 svart bonde · c7 svart bonde · f7 svart bonde · g7 svart bonde · h7 svart bonde · e6 svart bonde · f6 svart springare · d5 svart bonde · c4 vit bonde · d4 vit bonde · c3 vit springare · f3 vit springare · a2 vit bonde · b2 vit bonde · e2 vit bonde · f2 vit bonde · g2 vit bonde · h2 vit bonde · a1 vit torn · c1 vit löpare · d1 vit drottning · e1 vit kung · f1 vit löpare · h1 vit torn | a8 svart torn · b8 svart springare · c8 svart löpare · d8 svart drottning · e8 svart kung · f8 svart löpare · h8 svart torn · a7 svart bonde · b7 svart bonde · c7 svart bonde · f7 svart bonde · g7 svart bonde · h7 svart bonde · e6 svart bonde · f6 svart springare · d5 svart bonde · c4 vit bonde · d4 vit bonde · c3 vit springare · f3 vit springare · a2 vit bonde · b2 vit bonde · e2 vit bonde · f2 vit bonde · g2 vit bonde · h2 vit bonde · a1 vit torn · c1 vit löpare · d1 vit drottning · e1 vit kung · f1 vit löpare · h1 vit torn | 8 |
| 7 | a8 svart torn · b8 svart springare · c8 svart löpare · d8 svart drottning · e8 svart kung · f8 svart löpare · h8 svart torn · a7 svart bonde · b7 svart bonde · c7 svart bonde · f7 svart bonde · g7 svart bonde · h7 svart bonde · e6 svart bonde · f6 svart springare · d5 svart bonde · c4 vit bonde · d4 vit bonde · c3 vit springare · f3 vit springare · a2 vit bonde · b2 vit bonde · e2 vit bonde · f2 vit bonde · g2 vit bonde · h2 vit bonde · a1 vit torn · c1 vit löpare · d1 vit drottning · e1 vit kung · f1 vit löpare · h1 vit torn | a8 svart torn · b8 svart springare · c8 svart löpare · d8 svart drottning · e8 svart kung · f8 svart löpare · h8 svart torn · a7 svart bonde · b7 svart bonde · c7 svart bonde · f7 svart bonde · g7 svart bonde · h7 svart bonde · e6 svart bonde · f6 svart springare · d5 svart bonde · c4 vit bonde · d4 vit bonde · c3 vit springare · f3 vit springare · a2 vit bonde · b2 vit bonde · e2 vit bonde · f2 vit bonde · g2 vit bonde · h2 vit bonde · a1 vit torn · c1 vit löpare · d1 vit drottning · e1 vit kung · f1 vit löpare · h1 vit torn | a8 svart torn · b8 svart springare · c8 svart löpare · d8 svart drottning · e8 svart kung · f8 svart löpare · h8 svart torn · a7 svart bonde · b7 svart bonde · c7 svart bonde · f7 svart bonde · g7 svart bonde · h7 svart bonde · e6 svart bonde · f6 svart springare · d5 svart bonde · c4 vit bonde · d4 vit bonde · c3 vit springare · f3 vit springare · a2 vit bonde · b2 vit bonde · e2 vit bonde · f2 vit bonde · g2 vit bonde · h2 vit bonde · a1 vit torn · c1 vit löpare · d1 vit drottning · e1 vit kung · f1 vit löpare · h1 vit torn | a8 svart torn · b8 svart springare · c8 svart löpare · d8 svart drottning · e8 svart kung · f8 svart löpare · h8 svart torn · a7 svart bonde · b7 svart bonde · c7 svart bonde · f7 svart bonde · g7 svart bonde · h7 svart bonde · e6 svart bonde · f6 svart springare · d5 svart bonde · c4 vit bonde · d4 vit bonde · c3 vit springare · f3 vit springare · a2 vit bonde · b2 vit bonde · e2 vit bonde · f2 vit bonde · g2 vit bonde · h2 vit bonde · a1 vit torn · c1 vit löpare · d1 vit drottning · e1 vit kung · f1 vit löpare · h1 vit torn | a8 svart torn · b8 svart springare · c8 svart löpare · d8 svart drottning · e8 svart kung · f8 svart löpare · h8 svart torn · a7 svart bonde · b7 svart bonde · c7 svart bonde · f7 svart bonde · g7 svart bonde · h7 svart bonde · e6 svart bonde · f6 svart springare · d5 svart bonde · c4 vit bonde · d4 vit bonde · c3 vit springare · f3 vit springare · a2 vit bonde · b2 vit bonde · e2 vit bonde · f2 vit bonde · g2 vit bonde · h2 vit bonde · a1 vit torn · c1 vit löpare · d1 vit drottning · e1 vit kung · f1 vit löpare · h1 vit torn | a8 svart torn · b8 svart springare · c8 svart löpare · d8 svart drottning · e8 svart kung · f8 svart löpare · h8 svart torn · a7 svart bonde · b7 svart bonde · c7 svart bonde · f7 svart bonde · g7 svart bonde · h7 svart bonde · e6 svart bonde · f6 svart springare · d5 svart bonde · c4 vit bonde · d4 vit bonde · c3 vit springare · f3 vit springare · a2 vit bonde · b2 vit bonde · e2 vit bonde · f2 vit bonde · g2 vit bonde · h2 vit bonde · a1 vit torn · c1 vit löpare · d1 vit drottning · e1 vit kung · f1 vit löpare · h1 vit torn | a8 svart torn · b8 svart springare · c8 svart löpare · d8 svart drottning · e8 svart kung · f8 svart löpare · h8 svart torn · a7 svart bonde · b7 svart bonde · c7 svart bonde · f7 svart bonde · g7 svart bonde · h7 svart bonde · e6 svart bonde · f6 svart springare · d5 svart bonde · c4 vit bonde · d4 vit bonde · c3 vit springare · f3 vit springare · a2 vit bonde · b2 vit bonde · e2 vit bonde · f2 vit bonde · g2 vit bonde · h2 vit bonde · a1 vit torn · c1 vit löpare · d1 vit drottning · e1 vit kung · f1 vit löpare · h1 vit torn | a8 svart torn · b8 svart springare · c8 svart löpare · d8 svart drottning · e8 svart kung · f8 svart löpare · h8 svart torn · a7 svart bonde · b7 svart bonde · c7 svart bonde · f7 svart bonde · g7 svart bonde · h7 svart bonde · e6 svart bonde · f6 svart springare · d5 svart bonde · c4 vit bonde · d4 vit bonde · c3 vit springare · f3 vit springare · a2 vit bonde · b2 vit bonde · e2 vit bonde · f2 vit bonde · g2 vit bonde · h2 vit bonde · a1 vit torn · c1 vit löpare · d1 vit drottning · e1 vit kung · f1 vit löpare · h1 vit torn | 7 |
| 6 | a8 svart torn · b8 svart springare · c8 svart löpare · d8 svart drottning · e8 svart kung · f8 svart löpare · h8 svart torn · a7 svart bonde · b7 svart bonde · c7 svart bonde · f7 svart bonde · g7 svart bonde · h7 svart bonde · e6 svart bonde · f6 svart springare · d5 svart bonde · c4 vit bonde · d4 vit bonde · c3 vit springare · f3 vit springare · a2 vit bonde · b2 vit bonde · e2 vit bonde · f2 vit bonde · g2 vit bonde · h2 vit bonde · a1 vit torn · c1 vit löpare · d1 vit drottning · e1 vit kung · f1 vit löpare · h1 vit torn | a8 svart torn · b8 svart springare · c8 svart löpare · d8 svart drottning · e8 svart kung · f8 svart löpare · h8 svart torn · a7 svart bonde · b7 svart bonde · c7 svart bonde · f7 svart bonde · g7 svart bonde · h7 svart bonde · e6 svart bonde · f6 svart springare · d5 svart bonde · c4 vit bonde · d4 vit bonde · c3 vit springare · f3 vit springare · a2 vit bonde · b2 vit bonde · e2 vit bonde · f2 vit bonde · g2 vit bonde · h2 vit bonde · a1 vit torn · c1 vit löpare · d1 vit drottning · e1 vit kung · f1 vit löpare · h1 vit torn | a8 svart torn · b8 svart springare · c8 svart löpare · d8 svart drottning · e8 svart kung · f8 svart löpare · h8 svart torn · a7 svart bonde · b7 svart bonde · c7 svart bonde · f7 svart bonde · g7 svart bonde · h7 svart bonde · e6 svart bonde · f6 svart springare · d5 svart bonde · c4 vit bonde · d4 vit bonde · c3 vit springare · f3 vit springare · a2 vit bonde · b2 vit bonde · e2 vit bonde · f2 vit bonde · g2 vit bonde · h2 vit bonde · a1 vit torn · c1 vit löpare · d1 vit drottning · e1 vit kung · f1 vit löpare · h1 vit torn | a8 svart torn · b8 svart springare · c8 svart löpare · d8 svart drottning · e8 svart kung · f8 svart löpare · h8 svart torn · a7 svart bonde · b7 svart bonde · c7 svart bonde · f7 svart bonde · g7 svart bonde · h7 svart bonde · e6 svart bonde · f6 svart springare · d5 svart bonde · c4 vit bonde · d4 vit bonde · c3 vit springare · f3 vit springare · a2 vit bonde · b2 vit bonde · e2 vit bonde · f2 vit bonde · g2 vit bonde · h2 vit bonde · a1 vit torn · c1 vit löpare · d1 vit drottning · e1 vit kung · f1 vit löpare · h1 vit torn | a8 svart torn · b8 svart springare · c8 svart löpare · d8 svart drottning · e8 svart kung · f8 svart löpare · h8 svart torn · a7 svart bonde · b7 svart bonde · c7 svart bonde · f7 svart bonde · g7 svart bonde · h7 svart bonde · e6 svart bonde · f6 svart springare · d5 svart bonde · c4 vit bonde · d4 vit bonde · c3 vit springare · f3 vit springare · a2 vit bonde · b2 vit bonde · e2 vit bonde · f2 vit bonde · g2 vit bonde · h2 vit bonde · a1 vit torn · c1 vit löpare · d1 vit drottning · e1 vit kung · f1 vit löpare · h1 vit torn | a8 svart torn · b8 svart springare · c8 svart löpare · d8 svart drottning · e8 svart kung · f8 svart löpare · h8 svart torn · a7 svart bonde · b7 svart bonde · c7 svart bonde · f7 svart bonde · g7 svart bonde · h7 svart bonde · e6 svart bonde · f6 svart springare · d5 svart bonde · c4 vit bonde · d4 vit bonde · c3 vit springare · f3 vit springare · a2 vit bonde · b2 vit bonde · e2 vit bonde · f2 vit bonde · g2 vit bonde · h2 vit bonde · a1 vit torn · c1 vit löpare · d1 vit drottning · e1 vit kung · f1 vit löpare · h1 vit torn | a8 svart torn · b8 svart springare · c8 svart löpare · d8 svart drottning · e8 svart kung · f8 svart löpare · h8 svart torn · a7 svart bonde · b7 svart bonde · c7 svart bonde · f7 svart bonde · g7 svart bonde · h7 svart bonde · e6 svart bonde · f6 svart springare · d5 svart bonde · c4 vit bonde · d4 vit bonde · c3 vit springare · f3 vit springare · a2 vit bonde · b2 vit bonde · e2 vit bonde · f2 vit bonde · g2 vit bonde · h2 vit bonde · a1 vit torn · c1 vit löpare · d1 vit drottning · e1 vit kung · f1 vit löpare · h1 vit torn | a8 svart torn · b8 svart springare · c8 svart löpare · d8 svart drottning · e8 svart kung · f8 svart löpare · h8 svart torn · a7 svart bonde · b7 svart bonde · c7 svart bonde · f7 svart bonde · g7 svart bonde · h7 svart bonde · e6 svart bonde · f6 svart springare · d5 svart bonde · c4 vit bonde · d4 vit bonde · c3 vit springare · f3 vit springare · a2 vit bonde · b2 vit bonde · e2 vit bonde · f2 vit bonde · g2 vit bonde · h2 vit bonde · a1 vit torn · c1 vit löpare · d1 vit drottning · e1 vit kung · f1 vit löpare · h1 vit torn | 6 |
| 5 | a8 svart torn · b8 svart springare · c8 svart löpare · d8 svart drottning · e8 svart kung · f8 svart löpare · h8 svart torn · a7 svart bonde · b7 svart bonde · c7 svart bonde · f7 svart bonde · g7 svart bonde · h7 svart bonde · e6 svart bonde · f6 svart springare · d5 svart bonde · c4 vit bonde · d4 vit bonde · c3 vit springare · f3 vit springare · a2 vit bonde · b2 vit bonde · e2 vit bonde · f2 vit bonde · g2 vit bonde · h2 vit bonde · a1 vit torn · c1 vit löpare · d1 vit drottning · e1 vit kung · f1 vit löpare · h1 vit torn | a8 svart torn · b8 svart springare · c8 svart löpare · d8 svart drottning · e8 svart kung · f8 svart löpare · h8 svart torn · a7 svart bonde · b7 svart bonde · c7 svart bonde · f7 svart bonde · g7 svart bonde · h7 svart bonde · e6 svart bonde · f6 svart springare · d5 svart bonde · c4 vit bonde · d4 vit bonde · c3 vit springare · f3 vit springare · a2 vit bonde · b2 vit bonde · e2 vit bonde · f2 vit bonde · g2 vit bonde · h2 vit bonde · a1 vit torn · c1 vit löpare · d1 vit drottning · e1 vit kung · f1 vit löpare · h1 vit torn | a8 svart torn · b8 svart springare · c8 svart löpare · d8 svart drottning · e8 svart kung · f8 svart löpare · h8 svart torn · a7 svart bonde · b7 svart bonde · c7 svart bonde · f7 svart bonde · g7 svart bonde · h7 svart bonde · e6 svart bonde · f6 svart springare · d5 svart bonde · c4 vit bonde · d4 vit bonde · c3 vit springare · f3 vit springare · a2 vit bonde · b2 vit bonde · e2 vit bonde · f2 vit bonde · g2 vit bonde · h2 vit bonde · a1 vit torn · c1 vit löpare · d1 vit drottning · e1 vit kung · f1 vit löpare · h1 vit torn | a8 svart torn · b8 svart springare · c8 svart löpare · d8 svart drottning · e8 svart kung · f8 svart löpare · h8 svart torn · a7 svart bonde · b7 svart bonde · c7 svart bonde · f7 svart bonde · g7 svart bonde · h7 svart bonde · e6 svart bonde · f6 svart springare · d5 svart bonde · c4 vit bonde · d4 vit bonde · c3 vit springare · f3 vit springare · a2 vit bonde · b2 vit bonde · e2 vit bonde · f2 vit bonde · g2 vit bonde · h2 vit bonde · a1 vit torn · c1 vit löpare · d1 vit drottning · e1 vit kung · f1 vit löpare · h1 vit torn | a8 svart torn · b8 svart springare · c8 svart löpare · d8 svart drottning · e8 svart kung · f8 svart löpare · h8 svart torn · a7 svart bonde · b7 svart bonde · c7 svart bonde · f7 svart bonde · g7 svart bonde · h7 svart bonde · e6 svart bonde · f6 svart springare · d5 svart bonde · c4 vit bonde · d4 vit bonde · c3 vit springare · f3 vit springare · a2 vit bonde · b2 vit bonde · e2 vit bonde · f2 vit bonde · g2 vit bonde · h2 vit bonde · a1 vit torn · c1 vit löpare · d1 vit drottning · e1 vit kung · f1 vit löpare · h1 vit torn | a8 svart torn · b8 svart springare · c8 svart löpare · d8 svart drottning · e8 svart kung · f8 svart löpare · h8 svart torn · a7 svart bonde · b7 svart bonde · c7 svart bonde · f7 svart bonde · g7 svart bonde · h7 svart bonde · e6 svart bonde · f6 svart springare · d5 svart bonde · c4 vit bonde · d4 vit bonde · c3 vit springare · f3 vit springare · a2 vit bonde · b2 vit bonde · e2 vit bonde · f2 vit bonde · g2 vit bonde · h2 vit bonde · a1 vit torn · c1 vit löpare · d1 vit drottning · e1 vit kung · f1 vit löpare · h1 vit torn | a8 svart torn · b8 svart springare · c8 svart löpare · d8 svart drottning · e8 svart kung · f8 svart löpare · h8 svart torn · a7 svart bonde · b7 svart bonde · c7 svart bonde · f7 svart bonde · g7 svart bonde · h7 svart bonde · e6 svart bonde · f6 svart springare · d5 svart bonde · c4 vit bonde · d4 vit bonde · c3 vit springare · f3 vit springare · a2 vit bonde · b2 vit bonde · e2 vit bonde · f2 vit bonde · g2 vit bonde · h2 vit bonde · a1 vit torn · c1 vit löpare · d1 vit drottning · e1 vit kung · f1 vit löpare · h1 vit torn | a8 svart torn · b8 svart springare · c8 svart löpare · d8 svart drottning · e8 svart kung · f8 svart löpare · h8 svart torn · a7 svart bonde · b7 svart bonde · c7 svart bonde · f7 svart bonde · g7 svart bonde · h7 svart bonde · e6 svart bonde · f6 svart springare · d5 svart bonde · c4 vit bonde · d4 vit bonde · c3 vit springare · f3 vit springare · a2 vit bonde · b2 vit bonde · e2 vit bonde · f2 vit bonde · g2 vit bonde · h2 vit bonde · a1 vit torn · c1 vit löpare · d1 vit drottning · e1 vit kung · f1 vit löpare · h1 vit torn | 5 |
| 4 | a8 svart torn · b8 svart springare · c8 svart löpare · d8 svart drottning · e8 svart kung · f8 svart löpare · h8 svart torn · a7 svart bonde · b7 svart bonde · c7 svart bonde · f7 svart bonde · g7 svart bonde · h7 svart bonde · e6 svart bonde · f6 svart springare · d5 svart bonde · c4 vit bonde · d4 vit bonde · c3 vit springare · f3 vit springare · a2 vit bonde · b2 vit bonde · e2 vit bonde · f2 vit bonde · g2 vit bonde · h2 vit bonde · a1 vit torn · c1 vit löpare · d1 vit drottning · e1 vit kung · f1 vit löpare · h1 vit torn | a8 svart torn · b8 svart springare · c8 svart löpare · d8 svart drottning · e8 svart kung · f8 svart löpare · h8 svart torn · a7 svart bonde · b7 svart bonde · c7 svart bonde · f7 svart bonde · g7 svart bonde · h7 svart bonde · e6 svart bonde · f6 svart springare · d5 svart bonde · c4 vit bonde · d4 vit bonde · c3 vit springare · f3 vit springare · a2 vit bonde · b2 vit bonde · e2 vit bonde · f2 vit bonde · g2 vit bonde · h2 vit bonde · a1 vit torn · c1 vit löpare · d1 vit drottning · e1 vit kung · f1 vit löpare · h1 vit torn | a8 svart torn · b8 svart springare · c8 svart löpare · d8 svart drottning · e8 svart kung · f8 svart löpare · h8 svart torn · a7 svart bonde · b7 svart bonde · c7 svart bonde · f7 svart bonde · g7 svart bonde · h7 svart bonde · e6 svart bonde · f6 svart springare · d5 svart bonde · c4 vit bonde · d4 vit bonde · c3 vit springare · f3 vit springare · a2 vit bonde · b2 vit bonde · e2 vit bonde · f2 vit bonde · g2 vit bonde · h2 vit bonde · a1 vit torn · c1 vit löpare · d1 vit drottning · e1 vit kung · f1 vit löpare · h1 vit torn | a8 svart torn · b8 svart springare · c8 svart löpare · d8 svart drottning · e8 svart kung · f8 svart löpare · h8 svart torn · a7 svart bonde · b7 svart bonde · c7 svart bonde · f7 svart bonde · g7 svart bonde · h7 svart bonde · e6 svart bonde · f6 svart springare · d5 svart bonde · c4 vit bonde · d4 vit bonde · c3 vit springare · f3 vit springare · a2 vit bonde · b2 vit bonde · e2 vit bonde · f2 vit bonde · g2 vit bonde · h2 vit bonde · a1 vit torn · c1 vit löpare · d1 vit drottning · e1 vit kung · f1 vit löpare · h1 vit torn | a8 svart torn · b8 svart springare · c8 svart löpare · d8 svart drottning · e8 svart kung · f8 svart löpare · h8 svart torn · a7 svart bonde · b7 svart bonde · c7 svart bonde · f7 svart bonde · g7 svart bonde · h7 svart bonde · e6 svart bonde · f6 svart springare · d5 svart bonde · c4 vit bonde · d4 vit bonde · c3 vit springare · f3 vit springare · a2 vit bonde · b2 vit bonde · e2 vit bonde · f2 vit bonde · g2 vit bonde · h2 vit bonde · a1 vit torn · c1 vit löpare · d1 vit drottning · e1 vit kung · f1 vit löpare · h1 vit torn | a8 svart torn · b8 svart springare · c8 svart löpare · d8 svart drottning · e8 svart kung · f8 svart löpare · h8 svart torn · a7 svart bonde · b7 svart bonde · c7 svart bonde · f7 svart bonde · g7 svart bonde · h7 svart bonde · e6 svart bonde · f6 svart springare · d5 svart bonde · c4 vit bonde · d4 vit bonde · c3 vit springare · f3 vit springare · a2 vit bonde · b2 vit bonde · e2 vit bonde · f2 vit bonde · g2 vit bonde · h2 vit bonde · a1 vit torn · c1 vit löpare · d1 vit drottning · e1 vit kung · f1 vit löpare · h1 vit torn | a8 svart torn · b8 svart springare · c8 svart löpare · d8 svart drottning · e8 svart kung · f8 svart löpare · h8 svart torn · a7 svart bonde · b7 svart bonde · c7 svart bonde · f7 svart bonde · g7 svart bonde · h7 svart bonde · e6 svart bonde · f6 svart springare · d5 svart bonde · c4 vit bonde · d4 vit bonde · c3 vit springare · f3 vit springare · a2 vit bonde · b2 vit bonde · e2 vit bonde · f2 vit bonde · g2 vit bonde · h2 vit bonde · a1 vit torn · c1 vit löpare · d1 vit drottning · e1 vit kung · f1 vit löpare · h1 vit torn | a8 svart torn · b8 svart springare · c8 svart löpare · d8 svart drottning · e8 svart kung · f8 svart löpare · h8 svart torn · a7 svart bonde · b7 svart bonde · c7 svart bonde · f7 svart bonde · g7 svart bonde · h7 svart bonde · e6 svart bonde · f6 svart springare · d5 svart bonde · c4 vit bonde · d4 vit bonde · c3 vit springare · f3 vit springare · a2 vit bonde · b2 vit bonde · e2 vit bonde · f2 vit bonde · g2 vit bonde · h2 vit bonde · a1 vit torn · c1 vit löpare · d1 vit drottning · e1 vit kung · f1 vit löpare · h1 vit torn | 4 |
| 3 | a8 svart torn · b8 svart springare · c8 svart löpare · d8 svart drottning · e8 svart kung · f8 svart löpare · h8 svart torn · a7 svart bonde · b7 svart bonde · c7 svart bonde · f7 svart bonde · g7 svart bonde · h7 svart bonde · e6 svart bonde · f6 svart springare · d5 svart bonde · c4 vit bonde · d4 vit bonde · c3 vit springare · f3 vit springare · a2 vit bonde · b2 vit bonde · e2 vit bonde · f2 vit bonde · g2 vit bonde · h2 vit bonde · a1 vit torn · c1 vit löpare · d1 vit drottning · e1 vit kung · f1 vit löpare · h1 vit torn | a8 svart torn · b8 svart springare · c8 svart löpare · d8 svart drottning · e8 svart kung · f8 svart löpare · h8 svart torn · a7 svart bonde · b7 svart bonde · c7 svart bonde · f7 svart bonde · g7 svart bonde · h7 svart bonde · e6 svart bonde · f6 svart springare · d5 svart bonde · c4 vit bonde · d4 vit bonde · c3 vit springare · f3 vit springare · a2 vit bonde · b2 vit bonde · e2 vit bonde · f2 vit bonde · g2 vit bonde · h2 vit bonde · a1 vit torn · c1 vit löpare · d1 vit drottning · e1 vit kung · f1 vit löpare · h1 vit torn | a8 svart torn · b8 svart springare · c8 svart löpare · d8 svart drottning · e8 svart kung · f8 svart löpare · h8 svart torn · a7 svart bonde · b7 svart bonde · c7 svart bonde · f7 svart bonde · g7 svart bonde · h7 svart bonde · e6 svart bonde · f6 svart springare · d5 svart bonde · c4 vit bonde · d4 vit bonde · c3 vit springare · f3 vit springare · a2 vit bonde · b2 vit bonde · e2 vit bonde · f2 vit bonde · g2 vit bonde · h2 vit bonde · a1 vit torn · c1 vit löpare · d1 vit drottning · e1 vit kung · f1 vit löpare · h1 vit torn | a8 svart torn · b8 svart springare · c8 svart löpare · d8 svart drottning · e8 svart kung · f8 svart löpare · h8 svart torn · a7 svart bonde · b7 svart bonde · c7 svart bonde · f7 svart bonde · g7 svart bonde · h7 svart bonde · e6 svart bonde · f6 svart springare · d5 svart bonde · c4 vit bonde · d4 vit bonde · c3 vit springare · f3 vit springare · a2 vit bonde · b2 vit bonde · e2 vit bonde · f2 vit bonde · g2 vit bonde · h2 vit bonde · a1 vit torn · c1 vit löpare · d1 vit drottning · e1 vit kung · f1 vit löpare · h1 vit torn | a8 svart torn · b8 svart springare · c8 svart löpare · d8 svart drottning · e8 svart kung · f8 svart löpare · h8 svart torn · a7 svart bonde · b7 svart bonde · c7 svart bonde · f7 svart bonde · g7 svart bonde · h7 svart bonde · e6 svart bonde · f6 svart springare · d5 svart bonde · c4 vit bonde · d4 vit bonde · c3 vit springare · f3 vit springare · a2 vit bonde · b2 vit bonde · e2 vit bonde · f2 vit bonde · g2 vit bonde · h2 vit bonde · a1 vit torn · c1 vit löpare · d1 vit drottning · e1 vit kung · f1 vit löpare · h1 vit torn | a8 svart torn · b8 svart springare · c8 svart löpare · d8 svart drottning · e8 svart kung · f8 svart löpare · h8 svart torn · a7 svart bonde · b7 svart bonde · c7 svart bonde · f7 svart bonde · g7 svart bonde · h7 svart bonde · e6 svart bonde · f6 svart springare · d5 svart bonde · c4 vit bonde · d4 vit bonde · c3 vit springare · f3 vit springare · a2 vit bonde · b2 vit bonde · e2 vit bonde · f2 vit bonde · g2 vit bonde · h2 vit bonde · a1 vit torn · c1 vit löpare · d1 vit drottning · e1 vit kung · f1 vit löpare · h1 vit torn | a8 svart torn · b8 svart springare · c8 svart löpare · d8 svart drottning · e8 svart kung · f8 svart löpare · h8 svart torn · a7 svart bonde · b7 svart bonde · c7 svart bonde · f7 svart bonde · g7 svart bonde · h7 svart bonde · e6 svart bonde · f6 svart springare · d5 svart bonde · c4 vit bonde · d4 vit bonde · c3 vit springare · f3 vit springare · a2 vit bonde · b2 vit bonde · e2 vit bonde · f2 vit bonde · g2 vit bonde · h2 vit bonde · a1 vit torn · c1 vit löpare · d1 vit drottning · e1 vit kung · f1 vit löpare · h1 vit torn | a8 svart torn · b8 svart springare · c8 svart löpare · d8 svart drottning · e8 svart kung · f8 svart löpare · h8 svart torn · a7 svart bonde · b7 svart bonde · c7 svart bonde · f7 svart bonde · g7 svart bonde · h7 svart bonde · e6 svart bonde · f6 svart springare · d5 svart bonde · c4 vit bonde · d4 vit bonde · c3 vit springare · f3 vit springare · a2 vit bonde · b2 vit bonde · e2 vit bonde · f2 vit bonde · g2 vit bonde · h2 vit bonde · a1 vit torn · c1 vit löpare · d1 vit drottning · e1 vit kung · f1 vit löpare · h1 vit torn | 3 |
| 2 | a8 svart torn · b8 svart springare · c8 svart löpare · d8 svart drottning · e8 svart kung · f8 svart löpare · h8 svart torn · a7 svart bonde · b7 svart bonde · c7 svart bonde · f7 svart bonde · g7 svart bonde · h7 svart bonde · e6 svart bonde · f6 svart springare · d5 svart bonde · c4 vit bonde · d4 vit bonde · c3 vit springare · f3 vit springare · a2 vit bonde · b2 vit bonde · e2 vit bonde · f2 vit bonde · g2 vit bonde · h2 vit bonde · a1 vit torn · c1 vit löpare · d1 vit drottning · e1 vit kung · f1 vit löpare · h1 vit torn | a8 svart torn · b8 svart springare · c8 svart löpare · d8 svart drottning · e8 svart kung · f8 svart löpare · h8 svart torn · a7 svart bonde · b7 svart bonde · c7 svart bonde · f7 svart bonde · g7 svart bonde · h7 svart bonde · e6 svart bonde · f6 svart springare · d5 svart bonde · c4 vit bonde · d4 vit bonde · c3 vit springare · f3 vit springare · a2 vit bonde · b2 vit bonde · e2 vit bonde · f2 vit bonde · g2 vit bonde · h2 vit bonde · a1 vit torn · c1 vit löpare · d1 vit drottning · e1 vit kung · f1 vit löpare · h1 vit torn | a8 svart torn · b8 svart springare · c8 svart löpare · d8 svart drottning · e8 svart kung · f8 svart löpare · h8 svart torn · a7 svart bonde · b7 svart bonde · c7 svart bonde · f7 svart bonde · g7 svart bonde · h7 svart bonde · e6 svart bonde · f6 svart springare · d5 svart bonde · c4 vit bonde · d4 vit bonde · c3 vit springare · f3 vit springare · a2 vit bonde · b2 vit bonde · e2 vit bonde · f2 vit bonde · g2 vit bonde · h2 vit bonde · a1 vit torn · c1 vit löpare · d1 vit drottning · e1 vit kung · f1 vit löpare · h1 vit torn | a8 svart torn · b8 svart springare · c8 svart löpare · d8 svart drottning · e8 svart kung · f8 svart löpare · h8 svart torn · a7 svart bonde · b7 svart bonde · c7 svart bonde · f7 svart bonde · g7 svart bonde · h7 svart bonde · e6 svart bonde · f6 svart springare · d5 svart bonde · c4 vit bonde · d4 vit bonde · c3 vit springare · f3 vit springare · a2 vit bonde · b2 vit bonde · e2 vit bonde · f2 vit bonde · g2 vit bonde · h2 vit bonde · a1 vit torn · c1 vit löpare · d1 vit drottning · e1 vit kung · f1 vit löpare · h1 vit torn | a8 svart torn · b8 svart springare · c8 svart löpare · d8 svart drottning · e8 svart kung · f8 svart löpare · h8 svart torn · a7 svart bonde · b7 svart bonde · c7 svart bonde · f7 svart bonde · g7 svart bonde · h7 svart bonde · e6 svart bonde · f6 svart springare · d5 svart bonde · c4 vit bonde · d4 vit bonde · c3 vit springare · f3 vit springare · a2 vit bonde · b2 vit bonde · e2 vit bonde · f2 vit bonde · g2 vit bonde · h2 vit bonde · a1 vit torn · c1 vit löpare · d1 vit drottning · e1 vit kung · f1 vit löpare · h1 vit torn | a8 svart torn · b8 svart springare · c8 svart löpare · d8 svart drottning · e8 svart kung · f8 svart löpare · h8 svart torn · a7 svart bonde · b7 svart bonde · c7 svart bonde · f7 svart bonde · g7 svart bonde · h7 svart bonde · e6 svart bonde · f6 svart springare · d5 svart bonde · c4 vit bonde · d4 vit bonde · c3 vit springare · f3 vit springare · a2 vit bonde · b2 vit bonde · e2 vit bonde · f2 vit bonde · g2 vit bonde · h2 vit bonde · a1 vit torn · c1 vit löpare · d1 vit drottning · e1 vit kung · f1 vit löpare · h1 vit torn | a8 svart torn · b8 svart springare · c8 svart löpare · d8 svart drottning · e8 svart kung · f8 svart löpare · h8 svart torn · a7 svart bonde · b7 svart bonde · c7 svart bonde · f7 svart bonde · g7 svart bonde · h7 svart bonde · e6 svart bonde · f6 svart springare · d5 svart bonde · c4 vit bonde · d4 vit bonde · c3 vit springare · f3 vit springare · a2 vit bonde · b2 vit bonde · e2 vit bonde · f2 vit bonde · g2 vit bonde · h2 vit bonde · a1 vit torn · c1 vit löpare · d1 vit drottning · e1 vit kung · f1 vit löpare · h1 vit torn | a8 svart torn · b8 svart springare · c8 svart löpare · d8 svart drottning · e8 svart kung · f8 svart löpare · h8 svart torn · a7 svart bonde · b7 svart bonde · c7 svart bonde · f7 svart bonde · g7 svart bonde · h7 svart bonde · e6 svart bonde · f6 svart springare · d5 svart bonde · c4 vit bonde · d4 vit bonde · c3 vit springare · f3 vit springare · a2 vit bonde · b2 vit bonde · e2 vit bonde · f2 vit bonde · g2 vit bonde · h2 vit bonde · a1 vit torn · c1 vit löpare · d1 vit drottning · e1 vit kung · f1 vit löpare · h1 vit torn | 2 |
| 1 | a8 svart torn · b8 svart springare · c8 svart löpare · d8 svart drottning · e8 svart kung · f8 svart löpare · h8 svart torn · a7 svart bonde · b7 svart bonde · c7 svart bonde · f7 svart bonde · g7 svart bonde · h7 svart bonde · e6 svart bonde · f6 svart springare · d5 svart bonde · c4 vit bonde · d4 vit bonde · c3 vit springare · f3 vit springare · a2 vit bonde · b2 vit bonde · e2 vit bonde · f2 vit bonde · g2 vit bonde · h2 vit bonde · a1 vit torn · c1 vit löpare · d1 vit drottning · e1 vit kung · f1 vit löpare · h1 vit torn | a8 svart torn · b8 svart springare · c8 svart löpare · d8 svart drottning · e8 svart kung · f8 svart löpare · h8 svart torn · a7 svart bonde · b7 svart bonde · c7 svart bonde · f7 svart bonde · g7 svart bonde · h7 svart bonde · e6 svart bonde · f6 svart springare · d5 svart bonde · c4 vit bonde · d4 vit bonde · c3 vit springare · f3 vit springare · a2 vit bonde · b2 vit bonde · e2 vit bonde · f2 vit bonde · g2 vit bonde · h2 vit bonde · a1 vit torn · c1 vit löpare · d1 vit drottning · e1 vit kung · f1 vit löpare · h1 vit torn | a8 svart torn · b8 svart springare · c8 svart löpare · d8 svart drottning · e8 svart kung · f8 svart löpare · h8 svart torn · a7 svart bonde · b7 svart bonde · c7 svart bonde · f7 svart bonde · g7 svart bonde · h7 svart bonde · e6 svart bonde · f6 svart springare · d5 svart bonde · c4 vit bonde · d4 vit bonde · c3 vit springare · f3 vit springare · a2 vit bonde · b2 vit bonde · e2 vit bonde · f2 vit bonde · g2 vit bonde · h2 vit bonde · a1 vit torn · c1 vit löpare · d1 vit drottning · e1 vit kung · f1 vit löpare · h1 vit torn | a8 svart torn · b8 svart springare · c8 svart löpare · d8 svart drottning · e8 svart kung · f8 svart löpare · h8 svart torn · a7 svart bonde · b7 svart bonde · c7 svart bonde · f7 svart bonde · g7 svart bonde · h7 svart bonde · e6 svart bonde · f6 svart springare · d5 svart bonde · c4 vit bonde · d4 vit bonde · c3 vit springare · f3 vit springare · a2 vit bonde · b2 vit bonde · e2 vit bonde · f2 vit bonde · g2 vit bonde · h2 vit bonde · a1 vit torn · c1 vit löpare · d1 vit drottning · e1 vit kung · f1 vit löpare · h1 vit torn | a8 svart torn · b8 svart springare · c8 svart löpare · d8 svart drottning · e8 svart kung · f8 svart löpare · h8 svart torn · a7 svart bonde · b7 svart bonde · c7 svart bonde · f7 svart bonde · g7 svart bonde · h7 svart bonde · e6 svart bonde · f6 svart springare · d5 svart bonde · c4 vit bonde · d4 vit bonde · c3 vit springare · f3 vit springare · a2 vit bonde · b2 vit bonde · e2 vit bonde · f2 vit bonde · g2 vit bonde · h2 vit bonde · a1 vit torn · c1 vit löpare · d1 vit drottning · e1 vit kung · f1 vit löpare · h1 vit torn | a8 svart torn · b8 svart springare · c8 svart löpare · d8 svart drottning · e8 svart kung · f8 svart löpare · h8 svart torn · a7 svart bonde · b7 svart bonde · c7 svart bonde · f7 svart bonde · g7 svart bonde · h7 svart bonde · e6 svart bonde · f6 svart springare · d5 svart bonde · c4 vit bonde · d4 vit bonde · c3 vit springare · f3 vit springare · a2 vit bonde · b2 vit bonde · e2 vit bonde · f2 vit bonde · g2 vit bonde · h2 vit bonde · a1 vit torn · c1 vit löpare · d1 vit drottning · e1 vit kung · f1 vit löpare · h1 vit torn | a8 svart torn · b8 svart springare · c8 svart löpare · d8 svart drottning · e8 svart kung · f8 svart löpare · h8 svart torn · a7 svart bonde · b7 svart bonde · c7 svart bonde · f7 svart bonde · g7 svart bonde · h7 svart bonde · e6 svart bonde · f6 svart springare · d5 svart bonde · c4 vit bonde · d4 vit bonde · c3 vit springare · f3 vit springare · a2 vit bonde · b2 vit bonde · e2 vit bonde · f2 vit bonde · g2 vit bonde · h2 vit bonde · a1 vit torn · c1 vit löpare · d1 vit drottning · e1 vit kung · f1 vit löpare · h1 vit torn | a8 svart torn · b8 svart springare · c8 svart löpare · d8 svart drottning · e8 svart kung · f8 svart löpare · h8 svart torn · a7 svart bonde · b7 svart bonde · c7 svart bonde · f7 svart bonde · g7 svart bonde · h7 svart bonde · e6 svart bonde · f6 svart springare · d5 svart bonde · c4 vit bonde · d4 vit bonde · c3 vit springare · f3 vit springare · a2 vit bonde · b2 vit bonde · e2 vit bonde · f2 vit bonde · g2 vit bonde · h2 vit bonde · a1 vit torn · c1 vit löpare · d1 vit drottning · e1 vit kung · f1 vit löpare · h1 vit torn | 1 |
|   | a | b | c | d | e | f | g | h |   |

D40 Avböjd damgambit, semi-Tarrasch
1.d4 d5 2.c4 e6 3.Sc3 Sf6 4.Sf3 c5
D41 Avböjd damgambit, semi-Tarrasch
1.d4 d5 2.c4 e6 3.Sc3 Sf6 4.Sf3 c5 5.cxd5
D42 Avböjd damgambit, semi-Tarrasch, 7.Ld3
1.d4 d5 2.c4 e6 3.Sc3 Sf6 4.Sf3 c5 5.cxd5 Sxd5 6.e3 Sc6 7.Ld3
D43 Halvslaviskt parti
1.d4 d5 2.c4 e6 3.Sc3 Sf6 4.Sf3 c6
D44 Halvslaviskt parti
1.d4 d5 2.c4 e6 3.Sc3 Sf6 4.Sf3 c6 5.Lg5 dxc4
D45 Halvslaviskt parti
1.d4 d5 2.c4 e6 3.Sc3 Sf6 4.Sf3 c6 5.e3
D46 Halvslaviskt parti
1.d4 d5 2.c4 e6 3.Sc3 Sf6 4.Sf3 c6 5.e3 Sbd7 6.Ld3
D47 Halvslaviskt parti
1.d4 d5 2.c4 e6 3.Sc3 Sf6 4.Sf3 c6 5.e3 Sbd7 6.Ld3 dxc4 7.Lxc4
D48 Halvslaviskt parti, Meranervarianten
1.d4 d5 2.c4 e6 3.Sc3 Sf6 4.Sf3 c6 5.e3 Sbd7 6.Ld3 dxc4 7.Lxc4 b5 8.Ld3 a6
D49 Halvslaviskt parti, Meranervarianten
1.d4 d5 2.c4 e6 3.Sc3 Sf6 4.Sf3 c6 5.e3 Sbd7 6.Ld3 dxc4 7.Lxc4 b5 8.Ld3 a6 9.e4 c5 10.e5 cxd4 11.Sxb5
|   | a | b | c | d | e | f | g | h |   |
| 8 | a8 svart torn · b8 svart springare · c8 svart löpare · d8 svart drottning · e8 svart kung · f8 svart löpare · h8 svart torn · a7 svart bonde · b7 svart bonde · c7 svart bonde · f7 svart bonde · g7 svart bonde · h7 svart bonde · e6 svart bonde · f6 svart springare · d5 svart bonde · g5 vit löpare · c4 vit bonde · d4 vit bonde · c3 vit springare · a2 vit bonde · b2 vit bonde · e2 vit bonde · f2 vit bonde · g2 vit bonde · h2 vit bonde · a1 vit torn · d1 vit drottning · e1 vit kung · f1 vit löpare · g1 vit springare · h1 vit torn | a8 svart torn · b8 svart springare · c8 svart löpare · d8 svart drottning · e8 svart kung · f8 svart löpare · h8 svart torn · a7 svart bonde · b7 svart bonde · c7 svart bonde · f7 svart bonde · g7 svart bonde · h7 svart bonde · e6 svart bonde · f6 svart springare · d5 svart bonde · g5 vit löpare · c4 vit bonde · d4 vit bonde · c3 vit springare · a2 vit bonde · b2 vit bonde · e2 vit bonde · f2 vit bonde · g2 vit bonde · h2 vit bonde · a1 vit torn · d1 vit drottning · e1 vit kung · f1 vit löpare · g1 vit springare · h1 vit torn | a8 svart torn · b8 svart springare · c8 svart löpare · d8 svart drottning · e8 svart kung · f8 svart löpare · h8 svart torn · a7 svart bonde · b7 svart bonde · c7 svart bonde · f7 svart bonde · g7 svart bonde · h7 svart bonde · e6 svart bonde · f6 svart springare · d5 svart bonde · g5 vit löpare · c4 vit bonde · d4 vit bonde · c3 vit springare · a2 vit bonde · b2 vit bonde · e2 vit bonde · f2 vit bonde · g2 vit bonde · h2 vit bonde · a1 vit torn · d1 vit drottning · e1 vit kung · f1 vit löpare · g1 vit springare · h1 vit torn | a8 svart torn · b8 svart springare · c8 svart löpare · d8 svart drottning · e8 svart kung · f8 svart löpare · h8 svart torn · a7 svart bonde · b7 svart bonde · c7 svart bonde · f7 svart bonde · g7 svart bonde · h7 svart bonde · e6 svart bonde · f6 svart springare · d5 svart bonde · g5 vit löpare · c4 vit bonde · d4 vit bonde · c3 vit springare · a2 vit bonde · b2 vit bonde · e2 vit bonde · f2 vit bonde · g2 vit bonde · h2 vit bonde · a1 vit torn · d1 vit drottning · e1 vit kung · f1 vit löpare · g1 vit springare · h1 vit torn | a8 svart torn · b8 svart springare · c8 svart löpare · d8 svart drottning · e8 svart kung · f8 svart löpare · h8 svart torn · a7 svart bonde · b7 svart bonde · c7 svart bonde · f7 svart bonde · g7 svart bonde · h7 svart bonde · e6 svart bonde · f6 svart springare · d5 svart bonde · g5 vit löpare · c4 vit bonde · d4 vit bonde · c3 vit springare · a2 vit bonde · b2 vit bonde · e2 vit bonde · f2 vit bonde · g2 vit bonde · h2 vit bonde · a1 vit torn · d1 vit drottning · e1 vit kung · f1 vit löpare · g1 vit springare · h1 vit torn | a8 svart torn · b8 svart springare · c8 svart löpare · d8 svart drottning · e8 svart kung · f8 svart löpare · h8 svart torn · a7 svart bonde · b7 svart bonde · c7 svart bonde · f7 svart bonde · g7 svart bonde · h7 svart bonde · e6 svart bonde · f6 svart springare · d5 svart bonde · g5 vit löpare · c4 vit bonde · d4 vit bonde · c3 vit springare · a2 vit bonde · b2 vit bonde · e2 vit bonde · f2 vit bonde · g2 vit bonde · h2 vit bonde · a1 vit torn · d1 vit drottning · e1 vit kung · f1 vit löpare · g1 vit springare · h1 vit torn | a8 svart torn · b8 svart springare · c8 svart löpare · d8 svart drottning · e8 svart kung · f8 svart löpare · h8 svart torn · a7 svart bonde · b7 svart bonde · c7 svart bonde · f7 svart bonde · g7 svart bonde · h7 svart bonde · e6 svart bonde · f6 svart springare · d5 svart bonde · g5 vit löpare · c4 vit bonde · d4 vit bonde · c3 vit springare · a2 vit bonde · b2 vit bonde · e2 vit bonde · f2 vit bonde · g2 vit bonde · h2 vit bonde · a1 vit torn · d1 vit drottning · e1 vit kung · f1 vit löpare · g1 vit springare · h1 vit torn | a8 svart torn · b8 svart springare · c8 svart löpare · d8 svart drottning · e8 svart kung · f8 svart löpare · h8 svart torn · a7 svart bonde · b7 svart bonde · c7 svart bonde · f7 svart bonde · g7 svart bonde · h7 svart bonde · e6 svart bonde · f6 svart springare · d5 svart bonde · g5 vit löpare · c4 vit bonde · d4 vit bonde · c3 vit springare · a2 vit bonde · b2 vit bonde · e2 vit bonde · f2 vit bonde · g2 vit bonde · h2 vit bonde · a1 vit torn · d1 vit drottning · e1 vit kung · f1 vit löpare · g1 vit springare · h1 vit torn | 8 |
| 7 | a8 svart torn · b8 svart springare · c8 svart löpare · d8 svart drottning · e8 svart kung · f8 svart löpare · h8 svart torn · a7 svart bonde · b7 svart bonde · c7 svart bonde · f7 svart bonde · g7 svart bonde · h7 svart bonde · e6 svart bonde · f6 svart springare · d5 svart bonde · g5 vit löpare · c4 vit bonde · d4 vit bonde · c3 vit springare · a2 vit bonde · b2 vit bonde · e2 vit bonde · f2 vit bonde · g2 vit bonde · h2 vit bonde · a1 vit torn · d1 vit drottning · e1 vit kung · f1 vit löpare · g1 vit springare · h1 vit torn | a8 svart torn · b8 svart springare · c8 svart löpare · d8 svart drottning · e8 svart kung · f8 svart löpare · h8 svart torn · a7 svart bonde · b7 svart bonde · c7 svart bonde · f7 svart bonde · g7 svart bonde · h7 svart bonde · e6 svart bonde · f6 svart springare · d5 svart bonde · g5 vit löpare · c4 vit bonde · d4 vit bonde · c3 vit springare · a2 vit bonde · b2 vit bonde · e2 vit bonde · f2 vit bonde · g2 vit bonde · h2 vit bonde · a1 vit torn · d1 vit drottning · e1 vit kung · f1 vit löpare · g1 vit springare · h1 vit torn | a8 svart torn · b8 svart springare · c8 svart löpare · d8 svart drottning · e8 svart kung · f8 svart löpare · h8 svart torn · a7 svart bonde · b7 svart bonde · c7 svart bonde · f7 svart bonde · g7 svart bonde · h7 svart bonde · e6 svart bonde · f6 svart springare · d5 svart bonde · g5 vit löpare · c4 vit bonde · d4 vit bonde · c3 vit springare · a2 vit bonde · b2 vit bonde · e2 vit bonde · f2 vit bonde · g2 vit bonde · h2 vit bonde · a1 vit torn · d1 vit drottning · e1 vit kung · f1 vit löpare · g1 vit springare · h1 vit torn | a8 svart torn · b8 svart springare · c8 svart löpare · d8 svart drottning · e8 svart kung · f8 svart löpare · h8 svart torn · a7 svart bonde · b7 svart bonde · c7 svart bonde · f7 svart bonde · g7 svart bonde · h7 svart bonde · e6 svart bonde · f6 svart springare · d5 svart bonde · g5 vit löpare · c4 vit bonde · d4 vit bonde · c3 vit springare · a2 vit bonde · b2 vit bonde · e2 vit bonde · f2 vit bonde · g2 vit bonde · h2 vit bonde · a1 vit torn · d1 vit drottning · e1 vit kung · f1 vit löpare · g1 vit springare · h1 vit torn | a8 svart torn · b8 svart springare · c8 svart löpare · d8 svart drottning · e8 svart kung · f8 svart löpare · h8 svart torn · a7 svart bonde · b7 svart bonde · c7 svart bonde · f7 svart bonde · g7 svart bonde · h7 svart bonde · e6 svart bonde · f6 svart springare · d5 svart bonde · g5 vit löpare · c4 vit bonde · d4 vit bonde · c3 vit springare · a2 vit bonde · b2 vit bonde · e2 vit bonde · f2 vit bonde · g2 vit bonde · h2 vit bonde · a1 vit torn · d1 vit drottning · e1 vit kung · f1 vit löpare · g1 vit springare · h1 vit torn | a8 svart torn · b8 svart springare · c8 svart löpare · d8 svart drottning · e8 svart kung · f8 svart löpare · h8 svart torn · a7 svart bonde · b7 svart bonde · c7 svart bonde · f7 svart bonde · g7 svart bonde · h7 svart bonde · e6 svart bonde · f6 svart springare · d5 svart bonde · g5 vit löpare · c4 vit bonde · d4 vit bonde · c3 vit springare · a2 vit bonde · b2 vit bonde · e2 vit bonde · f2 vit bonde · g2 vit bonde · h2 vit bonde · a1 vit torn · d1 vit drottning · e1 vit kung · f1 vit löpare · g1 vit springare · h1 vit torn | a8 svart torn · b8 svart springare · c8 svart löpare · d8 svart drottning · e8 svart kung · f8 svart löpare · h8 svart torn · a7 svart bonde · b7 svart bonde · c7 svart bonde · f7 svart bonde · g7 svart bonde · h7 svart bonde · e6 svart bonde · f6 svart springare · d5 svart bonde · g5 vit löpare · c4 vit bonde · d4 vit bonde · c3 vit springare · a2 vit bonde · b2 vit bonde · e2 vit bonde · f2 vit bonde · g2 vit bonde · h2 vit bonde · a1 vit torn · d1 vit drottning · e1 vit kung · f1 vit löpare · g1 vit springare · h1 vit torn | a8 svart torn · b8 svart springare · c8 svart löpare · d8 svart drottning · e8 svart kung · f8 svart löpare · h8 svart torn · a7 svart bonde · b7 svart bonde · c7 svart bonde · f7 svart bonde · g7 svart bonde · h7 svart bonde · e6 svart bonde · f6 svart springare · d5 svart bonde · g5 vit löpare · c4 vit bonde · d4 vit bonde · c3 vit springare · a2 vit bonde · b2 vit bonde · e2 vit bonde · f2 vit bonde · g2 vit bonde · h2 vit bonde · a1 vit torn · d1 vit drottning · e1 vit kung · f1 vit löpare · g1 vit springare · h1 vit torn | 7 |
| 6 | a8 svart torn · b8 svart springare · c8 svart löpare · d8 svart drottning · e8 svart kung · f8 svart löpare · h8 svart torn · a7 svart bonde · b7 svart bonde · c7 svart bonde · f7 svart bonde · g7 svart bonde · h7 svart bonde · e6 svart bonde · f6 svart springare · d5 svart bonde · g5 vit löpare · c4 vit bonde · d4 vit bonde · c3 vit springare · a2 vit bonde · b2 vit bonde · e2 vit bonde · f2 vit bonde · g2 vit bonde · h2 vit bonde · a1 vit torn · d1 vit drottning · e1 vit kung · f1 vit löpare · g1 vit springare · h1 vit torn | a8 svart torn · b8 svart springare · c8 svart löpare · d8 svart drottning · e8 svart kung · f8 svart löpare · h8 svart torn · a7 svart bonde · b7 svart bonde · c7 svart bonde · f7 svart bonde · g7 svart bonde · h7 svart bonde · e6 svart bonde · f6 svart springare · d5 svart bonde · g5 vit löpare · c4 vit bonde · d4 vit bonde · c3 vit springare · a2 vit bonde · b2 vit bonde · e2 vit bonde · f2 vit bonde · g2 vit bonde · h2 vit bonde · a1 vit torn · d1 vit drottning · e1 vit kung · f1 vit löpare · g1 vit springare · h1 vit torn | a8 svart torn · b8 svart springare · c8 svart löpare · d8 svart drottning · e8 svart kung · f8 svart löpare · h8 svart torn · a7 svart bonde · b7 svart bonde · c7 svart bonde · f7 svart bonde · g7 svart bonde · h7 svart bonde · e6 svart bonde · f6 svart springare · d5 svart bonde · g5 vit löpare · c4 vit bonde · d4 vit bonde · c3 vit springare · a2 vit bonde · b2 vit bonde · e2 vit bonde · f2 vit bonde · g2 vit bonde · h2 vit bonde · a1 vit torn · d1 vit drottning · e1 vit kung · f1 vit löpare · g1 vit springare · h1 vit torn | a8 svart torn · b8 svart springare · c8 svart löpare · d8 svart drottning · e8 svart kung · f8 svart löpare · h8 svart torn · a7 svart bonde · b7 svart bonde · c7 svart bonde · f7 svart bonde · g7 svart bonde · h7 svart bonde · e6 svart bonde · f6 svart springare · d5 svart bonde · g5 vit löpare · c4 vit bonde · d4 vit bonde · c3 vit springare · a2 vit bonde · b2 vit bonde · e2 vit bonde · f2 vit bonde · g2 vit bonde · h2 vit bonde · a1 vit torn · d1 vit drottning · e1 vit kung · f1 vit löpare · g1 vit springare · h1 vit torn | a8 svart torn · b8 svart springare · c8 svart löpare · d8 svart drottning · e8 svart kung · f8 svart löpare · h8 svart torn · a7 svart bonde · b7 svart bonde · c7 svart bonde · f7 svart bonde · g7 svart bonde · h7 svart bonde · e6 svart bonde · f6 svart springare · d5 svart bonde · g5 vit löpare · c4 vit bonde · d4 vit bonde · c3 vit springare · a2 vit bonde · b2 vit bonde · e2 vit bonde · f2 vit bonde · g2 vit bonde · h2 vit bonde · a1 vit torn · d1 vit drottning · e1 vit kung · f1 vit löpare · g1 vit springare · h1 vit torn | a8 svart torn · b8 svart springare · c8 svart löpare · d8 svart drottning · e8 svart kung · f8 svart löpare · h8 svart torn · a7 svart bonde · b7 svart bonde · c7 svart bonde · f7 svart bonde · g7 svart bonde · h7 svart bonde · e6 svart bonde · f6 svart springare · d5 svart bonde · g5 vit löpare · c4 vit bonde · d4 vit bonde · c3 vit springare · a2 vit bonde · b2 vit bonde · e2 vit bonde · f2 vit bonde · g2 vit bonde · h2 vit bonde · a1 vit torn · d1 vit drottning · e1 vit kung · f1 vit löpare · g1 vit springare · h1 vit torn | a8 svart torn · b8 svart springare · c8 svart löpare · d8 svart drottning · e8 svart kung · f8 svart löpare · h8 svart torn · a7 svart bonde · b7 svart bonde · c7 svart bonde · f7 svart bonde · g7 svart bonde · h7 svart bonde · e6 svart bonde · f6 svart springare · d5 svart bonde · g5 vit löpare · c4 vit bonde · d4 vit bonde · c3 vit springare · a2 vit bonde · b2 vit bonde · e2 vit bonde · f2 vit bonde · g2 vit bonde · h2 vit bonde · a1 vit torn · d1 vit drottning · e1 vit kung · f1 vit löpare · g1 vit springare · h1 vit torn | a8 svart torn · b8 svart springare · c8 svart löpare · d8 svart drottning · e8 svart kung · f8 svart löpare · h8 svart torn · a7 svart bonde · b7 svart bonde · c7 svart bonde · f7 svart bonde · g7 svart bonde · h7 svart bonde · e6 svart bonde · f6 svart springare · d5 svart bonde · g5 vit löpare · c4 vit bonde · d4 vit bonde · c3 vit springare · a2 vit bonde · b2 vit bonde · e2 vit bonde · f2 vit bonde · g2 vit bonde · h2 vit bonde · a1 vit torn · d1 vit drottning · e1 vit kung · f1 vit löpare · g1 vit springare · h1 vit torn | 6 |
| 5 | a8 svart torn · b8 svart springare · c8 svart löpare · d8 svart drottning · e8 svart kung · f8 svart löpare · h8 svart torn · a7 svart bonde · b7 svart bonde · c7 svart bonde · f7 svart bonde · g7 svart bonde · h7 svart bonde · e6 svart bonde · f6 svart springare · d5 svart bonde · g5 vit löpare · c4 vit bonde · d4 vit bonde · c3 vit springare · a2 vit bonde · b2 vit bonde · e2 vit bonde · f2 vit bonde · g2 vit bonde · h2 vit bonde · a1 vit torn · d1 vit drottning · e1 vit kung · f1 vit löpare · g1 vit springare · h1 vit torn | a8 svart torn · b8 svart springare · c8 svart löpare · d8 svart drottning · e8 svart kung · f8 svart löpare · h8 svart torn · a7 svart bonde · b7 svart bonde · c7 svart bonde · f7 svart bonde · g7 svart bonde · h7 svart bonde · e6 svart bonde · f6 svart springare · d5 svart bonde · g5 vit löpare · c4 vit bonde · d4 vit bonde · c3 vit springare · a2 vit bonde · b2 vit bonde · e2 vit bonde · f2 vit bonde · g2 vit bonde · h2 vit bonde · a1 vit torn · d1 vit drottning · e1 vit kung · f1 vit löpare · g1 vit springare · h1 vit torn | a8 svart torn · b8 svart springare · c8 svart löpare · d8 svart drottning · e8 svart kung · f8 svart löpare · h8 svart torn · a7 svart bonde · b7 svart bonde · c7 svart bonde · f7 svart bonde · g7 svart bonde · h7 svart bonde · e6 svart bonde · f6 svart springare · d5 svart bonde · g5 vit löpare · c4 vit bonde · d4 vit bonde · c3 vit springare · a2 vit bonde · b2 vit bonde · e2 vit bonde · f2 vit bonde · g2 vit bonde · h2 vit bonde · a1 vit torn · d1 vit drottning · e1 vit kung · f1 vit löpare · g1 vit springare · h1 vit torn | a8 svart torn · b8 svart springare · c8 svart löpare · d8 svart drottning · e8 svart kung · f8 svart löpare · h8 svart torn · a7 svart bonde · b7 svart bonde · c7 svart bonde · f7 svart bonde · g7 svart bonde · h7 svart bonde · e6 svart bonde · f6 svart springare · d5 svart bonde · g5 vit löpare · c4 vit bonde · d4 vit bonde · c3 vit springare · a2 vit bonde · b2 vit bonde · e2 vit bonde · f2 vit bonde · g2 vit bonde · h2 vit bonde · a1 vit torn · d1 vit drottning · e1 vit kung · f1 vit löpare · g1 vit springare · h1 vit torn | a8 svart torn · b8 svart springare · c8 svart löpare · d8 svart drottning · e8 svart kung · f8 svart löpare · h8 svart torn · a7 svart bonde · b7 svart bonde · c7 svart bonde · f7 svart bonde · g7 svart bonde · h7 svart bonde · e6 svart bonde · f6 svart springare · d5 svart bonde · g5 vit löpare · c4 vit bonde · d4 vit bonde · c3 vit springare · a2 vit bonde · b2 vit bonde · e2 vit bonde · f2 vit bonde · g2 vit bonde · h2 vit bonde · a1 vit torn · d1 vit drottning · e1 vit kung · f1 vit löpare · g1 vit springare · h1 vit torn | a8 svart torn · b8 svart springare · c8 svart löpare · d8 svart drottning · e8 svart kung · f8 svart löpare · h8 svart torn · a7 svart bonde · b7 svart bonde · c7 svart bonde · f7 svart bonde · g7 svart bonde · h7 svart bonde · e6 svart bonde · f6 svart springare · d5 svart bonde · g5 vit löpare · c4 vit bonde · d4 vit bonde · c3 vit springare · a2 vit bonde · b2 vit bonde · e2 vit bonde · f2 vit bonde · g2 vit bonde · h2 vit bonde · a1 vit torn · d1 vit drottning · e1 vit kung · f1 vit löpare · g1 vit springare · h1 vit torn | a8 svart torn · b8 svart springare · c8 svart löpare · d8 svart drottning · e8 svart kung · f8 svart löpare · h8 svart torn · a7 svart bonde · b7 svart bonde · c7 svart bonde · f7 svart bonde · g7 svart bonde · h7 svart bonde · e6 svart bonde · f6 svart springare · d5 svart bonde · g5 vit löpare · c4 vit bonde · d4 vit bonde · c3 vit springare · a2 vit bonde · b2 vit bonde · e2 vit bonde · f2 vit bonde · g2 vit bonde · h2 vit bonde · a1 vit torn · d1 vit drottning · e1 vit kung · f1 vit löpare · g1 vit springare · h1 vit torn | a8 svart torn · b8 svart springare · c8 svart löpare · d8 svart drottning · e8 svart kung · f8 svart löpare · h8 svart torn · a7 svart bonde · b7 svart bonde · c7 svart bonde · f7 svart bonde · g7 svart bonde · h7 svart bonde · e6 svart bonde · f6 svart springare · d5 svart bonde · g5 vit löpare · c4 vit bonde · d4 vit bonde · c3 vit springare · a2 vit bonde · b2 vit bonde · e2 vit bonde · f2 vit bonde · g2 vit bonde · h2 vit bonde · a1 vit torn · d1 vit drottning · e1 vit kung · f1 vit löpare · g1 vit springare · h1 vit torn | 5 |
| 4 | a8 svart torn · b8 svart springare · c8 svart löpare · d8 svart drottning · e8 svart kung · f8 svart löpare · h8 svart torn · a7 svart bonde · b7 svart bonde · c7 svart bonde · f7 svart bonde · g7 svart bonde · h7 svart bonde · e6 svart bonde · f6 svart springare · d5 svart bonde · g5 vit löpare · c4 vit bonde · d4 vit bonde · c3 vit springare · a2 vit bonde · b2 vit bonde · e2 vit bonde · f2 vit bonde · g2 vit bonde · h2 vit bonde · a1 vit torn · d1 vit drottning · e1 vit kung · f1 vit löpare · g1 vit springare · h1 vit torn | a8 svart torn · b8 svart springare · c8 svart löpare · d8 svart drottning · e8 svart kung · f8 svart löpare · h8 svart torn · a7 svart bonde · b7 svart bonde · c7 svart bonde · f7 svart bonde · g7 svart bonde · h7 svart bonde · e6 svart bonde · f6 svart springare · d5 svart bonde · g5 vit löpare · c4 vit bonde · d4 vit bonde · c3 vit springare · a2 vit bonde · b2 vit bonde · e2 vit bonde · f2 vit bonde · g2 vit bonde · h2 vit bonde · a1 vit torn · d1 vit drottning · e1 vit kung · f1 vit löpare · g1 vit springare · h1 vit torn | a8 svart torn · b8 svart springare · c8 svart löpare · d8 svart drottning · e8 svart kung · f8 svart löpare · h8 svart torn · a7 svart bonde · b7 svart bonde · c7 svart bonde · f7 svart bonde · g7 svart bonde · h7 svart bonde · e6 svart bonde · f6 svart springare · d5 svart bonde · g5 vit löpare · c4 vit bonde · d4 vit bonde · c3 vit springare · a2 vit bonde · b2 vit bonde · e2 vit bonde · f2 vit bonde · g2 vit bonde · h2 vit bonde · a1 vit torn · d1 vit drottning · e1 vit kung · f1 vit löpare · g1 vit springare · h1 vit torn | a8 svart torn · b8 svart springare · c8 svart löpare · d8 svart drottning · e8 svart kung · f8 svart löpare · h8 svart torn · a7 svart bonde · b7 svart bonde · c7 svart bonde · f7 svart bonde · g7 svart bonde · h7 svart bonde · e6 svart bonde · f6 svart springare · d5 svart bonde · g5 vit löpare · c4 vit bonde · d4 vit bonde · c3 vit springare · a2 vit bonde · b2 vit bonde · e2 vit bonde · f2 vit bonde · g2 vit bonde · h2 vit bonde · a1 vit torn · d1 vit drottning · e1 vit kung · f1 vit löpare · g1 vit springare · h1 vit torn | a8 svart torn · b8 svart springare · c8 svart löpare · d8 svart drottning · e8 svart kung · f8 svart löpare · h8 svart torn · a7 svart bonde · b7 svart bonde · c7 svart bonde · f7 svart bonde · g7 svart bonde · h7 svart bonde · e6 svart bonde · f6 svart springare · d5 svart bonde · g5 vit löpare · c4 vit bonde · d4 vit bonde · c3 vit springare · a2 vit bonde · b2 vit bonde · e2 vit bonde · f2 vit bonde · g2 vit bonde · h2 vit bonde · a1 vit torn · d1 vit drottning · e1 vit kung · f1 vit löpare · g1 vit springare · h1 vit torn | a8 svart torn · b8 svart springare · c8 svart löpare · d8 svart drottning · e8 svart kung · f8 svart löpare · h8 svart torn · a7 svart bonde · b7 svart bonde · c7 svart bonde · f7 svart bonde · g7 svart bonde · h7 svart bonde · e6 svart bonde · f6 svart springare · d5 svart bonde · g5 vit löpare · c4 vit bonde · d4 vit bonde · c3 vit springare · a2 vit bonde · b2 vit bonde · e2 vit bonde · f2 vit bonde · g2 vit bonde · h2 vit bonde · a1 vit torn · d1 vit drottning · e1 vit kung · f1 vit löpare · g1 vit springare · h1 vit torn | a8 svart torn · b8 svart springare · c8 svart löpare · d8 svart drottning · e8 svart kung · f8 svart löpare · h8 svart torn · a7 svart bonde · b7 svart bonde · c7 svart bonde · f7 svart bonde · g7 svart bonde · h7 svart bonde · e6 svart bonde · f6 svart springare · d5 svart bonde · g5 vit löpare · c4 vit bonde · d4 vit bonde · c3 vit springare · a2 vit bonde · b2 vit bonde · e2 vit bonde · f2 vit bonde · g2 vit bonde · h2 vit bonde · a1 vit torn · d1 vit drottning · e1 vit kung · f1 vit löpare · g1 vit springare · h1 vit torn | a8 svart torn · b8 svart springare · c8 svart löpare · d8 svart drottning · e8 svart kung · f8 svart löpare · h8 svart torn · a7 svart bonde · b7 svart bonde · c7 svart bonde · f7 svart bonde · g7 svart bonde · h7 svart bonde · e6 svart bonde · f6 svart springare · d5 svart bonde · g5 vit löpare · c4 vit bonde · d4 vit bonde · c3 vit springare · a2 vit bonde · b2 vit bonde · e2 vit bonde · f2 vit bonde · g2 vit bonde · h2 vit bonde · a1 vit torn · d1 vit drottning · e1 vit kung · f1 vit löpare · g1 vit springare · h1 vit torn | 4 |
| 3 | a8 svart torn · b8 svart springare · c8 svart löpare · d8 svart drottning · e8 svart kung · f8 svart löpare · h8 svart torn · a7 svart bonde · b7 svart bonde · c7 svart bonde · f7 svart bonde · g7 svart bonde · h7 svart bonde · e6 svart bonde · f6 svart springare · d5 svart bonde · g5 vit löpare · c4 vit bonde · d4 vit bonde · c3 vit springare · a2 vit bonde · b2 vit bonde · e2 vit bonde · f2 vit bonde · g2 vit bonde · h2 vit bonde · a1 vit torn · d1 vit drottning · e1 vit kung · f1 vit löpare · g1 vit springare · h1 vit torn | a8 svart torn · b8 svart springare · c8 svart löpare · d8 svart drottning · e8 svart kung · f8 svart löpare · h8 svart torn · a7 svart bonde · b7 svart bonde · c7 svart bonde · f7 svart bonde · g7 svart bonde · h7 svart bonde · e6 svart bonde · f6 svart springare · d5 svart bonde · g5 vit löpare · c4 vit bonde · d4 vit bonde · c3 vit springare · a2 vit bonde · b2 vit bonde · e2 vit bonde · f2 vit bonde · g2 vit bonde · h2 vit bonde · a1 vit torn · d1 vit drottning · e1 vit kung · f1 vit löpare · g1 vit springare · h1 vit torn | a8 svart torn · b8 svart springare · c8 svart löpare · d8 svart drottning · e8 svart kung · f8 svart löpare · h8 svart torn · a7 svart bonde · b7 svart bonde · c7 svart bonde · f7 svart bonde · g7 svart bonde · h7 svart bonde · e6 svart bonde · f6 svart springare · d5 svart bonde · g5 vit löpare · c4 vit bonde · d4 vit bonde · c3 vit springare · a2 vit bonde · b2 vit bonde · e2 vit bonde · f2 vit bonde · g2 vit bonde · h2 vit bonde · a1 vit torn · d1 vit drottning · e1 vit kung · f1 vit löpare · g1 vit springare · h1 vit torn | a8 svart torn · b8 svart springare · c8 svart löpare · d8 svart drottning · e8 svart kung · f8 svart löpare · h8 svart torn · a7 svart bonde · b7 svart bonde · c7 svart bonde · f7 svart bonde · g7 svart bonde · h7 svart bonde · e6 svart bonde · f6 svart springare · d5 svart bonde · g5 vit löpare · c4 vit bonde · d4 vit bonde · c3 vit springare · a2 vit bonde · b2 vit bonde · e2 vit bonde · f2 vit bonde · g2 vit bonde · h2 vit bonde · a1 vit torn · d1 vit drottning · e1 vit kung · f1 vit löpare · g1 vit springare · h1 vit torn | a8 svart torn · b8 svart springare · c8 svart löpare · d8 svart drottning · e8 svart kung · f8 svart löpare · h8 svart torn · a7 svart bonde · b7 svart bonde · c7 svart bonde · f7 svart bonde · g7 svart bonde · h7 svart bonde · e6 svart bonde · f6 svart springare · d5 svart bonde · g5 vit löpare · c4 vit bonde · d4 vit bonde · c3 vit springare · a2 vit bonde · b2 vit bonde · e2 vit bonde · f2 vit bonde · g2 vit bonde · h2 vit bonde · a1 vit torn · d1 vit drottning · e1 vit kung · f1 vit löpare · g1 vit springare · h1 vit torn | a8 svart torn · b8 svart springare · c8 svart löpare · d8 svart drottning · e8 svart kung · f8 svart löpare · h8 svart torn · a7 svart bonde · b7 svart bonde · c7 svart bonde · f7 svart bonde · g7 svart bonde · h7 svart bonde · e6 svart bonde · f6 svart springare · d5 svart bonde · g5 vit löpare · c4 vit bonde · d4 vit bonde · c3 vit springare · a2 vit bonde · b2 vit bonde · e2 vit bonde · f2 vit bonde · g2 vit bonde · h2 vit bonde · a1 vit torn · d1 vit drottning · e1 vit kung · f1 vit löpare · g1 vit springare · h1 vit torn | a8 svart torn · b8 svart springare · c8 svart löpare · d8 svart drottning · e8 svart kung · f8 svart löpare · h8 svart torn · a7 svart bonde · b7 svart bonde · c7 svart bonde · f7 svart bonde · g7 svart bonde · h7 svart bonde · e6 svart bonde · f6 svart springare · d5 svart bonde · g5 vit löpare · c4 vit bonde · d4 vit bonde · c3 vit springare · a2 vit bonde · b2 vit bonde · e2 vit bonde · f2 vit bonde · g2 vit bonde · h2 vit bonde · a1 vit torn · d1 vit drottning · e1 vit kung · f1 vit löpare · g1 vit springare · h1 vit torn | a8 svart torn · b8 svart springare · c8 svart löpare · d8 svart drottning · e8 svart kung · f8 svart löpare · h8 svart torn · a7 svart bonde · b7 svart bonde · c7 svart bonde · f7 svart bonde · g7 svart bonde · h7 svart bonde · e6 svart bonde · f6 svart springare · d5 svart bonde · g5 vit löpare · c4 vit bonde · d4 vit bonde · c3 vit springare · a2 vit bonde · b2 vit bonde · e2 vit bonde · f2 vit bonde · g2 vit bonde · h2 vit bonde · a1 vit torn · d1 vit drottning · e1 vit kung · f1 vit löpare · g1 vit springare · h1 vit torn | 3 |
| 2 | a8 svart torn · b8 svart springare · c8 svart löpare · d8 svart drottning · e8 svart kung · f8 svart löpare · h8 svart torn · a7 svart bonde · b7 svart bonde · c7 svart bonde · f7 svart bonde · g7 svart bonde · h7 svart bonde · e6 svart bonde · f6 svart springare · d5 svart bonde · g5 vit löpare · c4 vit bonde · d4 vit bonde · c3 vit springare · a2 vit bonde · b2 vit bonde · e2 vit bonde · f2 vit bonde · g2 vit bonde · h2 vit bonde · a1 vit torn · d1 vit drottning · e1 vit kung · f1 vit löpare · g1 vit springare · h1 vit torn | a8 svart torn · b8 svart springare · c8 svart löpare · d8 svart drottning · e8 svart kung · f8 svart löpare · h8 svart torn · a7 svart bonde · b7 svart bonde · c7 svart bonde · f7 svart bonde · g7 svart bonde · h7 svart bonde · e6 svart bonde · f6 svart springare · d5 svart bonde · g5 vit löpare · c4 vit bonde · d4 vit bonde · c3 vit springare · a2 vit bonde · b2 vit bonde · e2 vit bonde · f2 vit bonde · g2 vit bonde · h2 vit bonde · a1 vit torn · d1 vit drottning · e1 vit kung · f1 vit löpare · g1 vit springare · h1 vit torn | a8 svart torn · b8 svart springare · c8 svart löpare · d8 svart drottning · e8 svart kung · f8 svart löpare · h8 svart torn · a7 svart bonde · b7 svart bonde · c7 svart bonde · f7 svart bonde · g7 svart bonde · h7 svart bonde · e6 svart bonde · f6 svart springare · d5 svart bonde · g5 vit löpare · c4 vit bonde · d4 vit bonde · c3 vit springare · a2 vit bonde · b2 vit bonde · e2 vit bonde · f2 vit bonde · g2 vit bonde · h2 vit bonde · a1 vit torn · d1 vit drottning · e1 vit kung · f1 vit löpare · g1 vit springare · h1 vit torn | a8 svart torn · b8 svart springare · c8 svart löpare · d8 svart drottning · e8 svart kung · f8 svart löpare · h8 svart torn · a7 svart bonde · b7 svart bonde · c7 svart bonde · f7 svart bonde · g7 svart bonde · h7 svart bonde · e6 svart bonde · f6 svart springare · d5 svart bonde · g5 vit löpare · c4 vit bonde · d4 vit bonde · c3 vit springare · a2 vit bonde · b2 vit bonde · e2 vit bonde · f2 vit bonde · g2 vit bonde · h2 vit bonde · a1 vit torn · d1 vit drottning · e1 vit kung · f1 vit löpare · g1 vit springare · h1 vit torn | a8 svart torn · b8 svart springare · c8 svart löpare · d8 svart drottning · e8 svart kung · f8 svart löpare · h8 svart torn · a7 svart bonde · b7 svart bonde · c7 svart bonde · f7 svart bonde · g7 svart bonde · h7 svart bonde · e6 svart bonde · f6 svart springare · d5 svart bonde · g5 vit löpare · c4 vit bonde · d4 vit bonde · c3 vit springare · a2 vit bonde · b2 vit bonde · e2 vit bonde · f2 vit bonde · g2 vit bonde · h2 vit bonde · a1 vit torn · d1 vit drottning · e1 vit kung · f1 vit löpare · g1 vit springare · h1 vit torn | a8 svart torn · b8 svart springare · c8 svart löpare · d8 svart drottning · e8 svart kung · f8 svart löpare · h8 svart torn · a7 svart bonde · b7 svart bonde · c7 svart bonde · f7 svart bonde · g7 svart bonde · h7 svart bonde · e6 svart bonde · f6 svart springare · d5 svart bonde · g5 vit löpare · c4 vit bonde · d4 vit bonde · c3 vit springare · a2 vit bonde · b2 vit bonde · e2 vit bonde · f2 vit bonde · g2 vit bonde · h2 vit bonde · a1 vit torn · d1 vit drottning · e1 vit kung · f1 vit löpare · g1 vit springare · h1 vit torn | a8 svart torn · b8 svart springare · c8 svart löpare · d8 svart drottning · e8 svart kung · f8 svart löpare · h8 svart torn · a7 svart bonde · b7 svart bonde · c7 svart bonde · f7 svart bonde · g7 svart bonde · h7 svart bonde · e6 svart bonde · f6 svart springare · d5 svart bonde · g5 vit löpare · c4 vit bonde · d4 vit bonde · c3 vit springare · a2 vit bonde · b2 vit bonde · e2 vit bonde · f2 vit bonde · g2 vit bonde · h2 vit bonde · a1 vit torn · d1 vit drottning · e1 vit kung · f1 vit löpare · g1 vit springare · h1 vit torn | a8 svart torn · b8 svart springare · c8 svart löpare · d8 svart drottning · e8 svart kung · f8 svart löpare · h8 svart torn · a7 svart bonde · b7 svart bonde · c7 svart bonde · f7 svart bonde · g7 svart bonde · h7 svart bonde · e6 svart bonde · f6 svart springare · d5 svart bonde · g5 vit löpare · c4 vit bonde · d4 vit bonde · c3 vit springare · a2 vit bonde · b2 vit bonde · e2 vit bonde · f2 vit bonde · g2 vit bonde · h2 vit bonde · a1 vit torn · d1 vit drottning · e1 vit kung · f1 vit löpare · g1 vit springare · h1 vit torn | 2 |
| 1 | a8 svart torn · b8 svart springare · c8 svart löpare · d8 svart drottning · e8 svart kung · f8 svart löpare · h8 svart torn · a7 svart bonde · b7 svart bonde · c7 svart bonde · f7 svart bonde · g7 svart bonde · h7 svart bonde · e6 svart bonde · f6 svart springare · d5 svart bonde · g5 vit löpare · c4 vit bonde · d4 vit bonde · c3 vit springare · a2 vit bonde · b2 vit bonde · e2 vit bonde · f2 vit bonde · g2 vit bonde · h2 vit bonde · a1 vit torn · d1 vit drottning · e1 vit kung · f1 vit löpare · g1 vit springare · h1 vit torn | a8 svart torn · b8 svart springare · c8 svart löpare · d8 svart drottning · e8 svart kung · f8 svart löpare · h8 svart torn · a7 svart bonde · b7 svart bonde · c7 svart bonde · f7 svart bonde · g7 svart bonde · h7 svart bonde · e6 svart bonde · f6 svart springare · d5 svart bonde · g5 vit löpare · c4 vit bonde · d4 vit bonde · c3 vit springare · a2 vit bonde · b2 vit bonde · e2 vit bonde · f2 vit bonde · g2 vit bonde · h2 vit bonde · a1 vit torn · d1 vit drottning · e1 vit kung · f1 vit löpare · g1 vit springare · h1 vit torn | a8 svart torn · b8 svart springare · c8 svart löpare · d8 svart drottning · e8 svart kung · f8 svart löpare · h8 svart torn · a7 svart bonde · b7 svart bonde · c7 svart bonde · f7 svart bonde · g7 svart bonde · h7 svart bonde · e6 svart bonde · f6 svart springare · d5 svart bonde · g5 vit löpare · c4 vit bonde · d4 vit bonde · c3 vit springare · a2 vit bonde · b2 vit bonde · e2 vit bonde · f2 vit bonde · g2 vit bonde · h2 vit bonde · a1 vit torn · d1 vit drottning · e1 vit kung · f1 vit löpare · g1 vit springare · h1 vit torn | a8 svart torn · b8 svart springare · c8 svart löpare · d8 svart drottning · e8 svart kung · f8 svart löpare · h8 svart torn · a7 svart bonde · b7 svart bonde · c7 svart bonde · f7 svart bonde · g7 svart bonde · h7 svart bonde · e6 svart bonde · f6 svart springare · d5 svart bonde · g5 vit löpare · c4 vit bonde · d4 vit bonde · c3 vit springare · a2 vit bonde · b2 vit bonde · e2 vit bonde · f2 vit bonde · g2 vit bonde · h2 vit bonde · a1 vit torn · d1 vit drottning · e1 vit kung · f1 vit löpare · g1 vit springare · h1 vit torn | a8 svart torn · b8 svart springare · c8 svart löpare · d8 svart drottning · e8 svart kung · f8 svart löpare · h8 svart torn · a7 svart bonde · b7 svart bonde · c7 svart bonde · f7 svart bonde · g7 svart bonde · h7 svart bonde · e6 svart bonde · f6 svart springare · d5 svart bonde · g5 vit löpare · c4 vit bonde · d4 vit bonde · c3 vit springare · a2 vit bonde · b2 vit bonde · e2 vit bonde · f2 vit bonde · g2 vit bonde · h2 vit bonde · a1 vit torn · d1 vit drottning · e1 vit kung · f1 vit löpare · g1 vit springare · h1 vit torn | a8 svart torn · b8 svart springare · c8 svart löpare · d8 svart drottning · e8 svart kung · f8 svart löpare · h8 svart torn · a7 svart bonde · b7 svart bonde · c7 svart bonde · f7 svart bonde · g7 svart bonde · h7 svart bonde · e6 svart bonde · f6 svart springare · d5 svart bonde · g5 vit löpare · c4 vit bonde · d4 vit bonde · c3 vit springare · a2 vit bonde · b2 vit bonde · e2 vit bonde · f2 vit bonde · g2 vit bonde · h2 vit bonde · a1 vit torn · d1 vit drottning · e1 vit kung · f1 vit löpare · g1 vit springare · h1 vit torn | a8 svart torn · b8 svart springare · c8 svart löpare · d8 svart drottning · e8 svart kung · f8 svart löpare · h8 svart torn · a7 svart bonde · b7 svart bonde · c7 svart bonde · f7 svart bonde · g7 svart bonde · h7 svart bonde · e6 svart bonde · f6 svart springare · d5 svart bonde · g5 vit löpare · c4 vit bonde · d4 vit bonde · c3 vit springare · a2 vit bonde · b2 vit bonde · e2 vit bonde · f2 vit bonde · g2 vit bonde · h2 vit bonde · a1 vit torn · d1 vit drottning · e1 vit kung · f1 vit löpare · g1 vit springare · h1 vit torn | a8 svart torn · b8 svart springare · c8 svart löpare · d8 svart drottning · e8 svart kung · f8 svart löpare · h8 svart torn · a7 svart bonde · b7 svart bonde · c7 svart bonde · f7 svart bonde · g7 svart bonde · h7 svart bonde · e6 svart bonde · f6 svart springare · d5 svart bonde · g5 vit löpare · c4 vit bonde · d4 vit bonde · c3 vit springare · a2 vit bonde · b2 vit bonde · e2 vit bonde · f2 vit bonde · g2 vit bonde · h2 vit bonde · a1 vit torn · d1 vit drottning · e1 vit kung · f1 vit löpare · g1 vit springare · h1 vit torn | 1 |
|   | a | b | c | d | e | f | g | h |   |

D50 Avböjd damgambit
1.d4 d5 2.c4 e6 3.Sc3 Sf6 4.Lg5
D51 Avböjd damgambit
1.d4 d5 2.c4 e6 3.Sc3 Sf6 4.Lg5 Sbd7
D52 Avböjd damgambit
1.d4 d5 2.c4 e6 3.Sc3 Sf6 4.Lg5 Sbd7 5.e3 c6 6.Sf3
D53 Avböjd damgambit
1.d4 d5 2.c4 e6 3.Sc3 Sf6 4.Lg5 Le7
D54 Avböjd damgambit, anti-neo-ortodoxa varianten
1.d4 d5 2.c4 e6 3.Sc3 Sf6 4.Lg5 Le7 5.e3 0-0 6.Tc1
D55 Avböjd damgambit
1.d4 d5 2.c4 e6 3.Sc3 Sf6 4.Lg5 Le7 5.e3 0-0 6.Sf3
D56 Avböjd damgambit
1.d4 d5 2.c4 e6 3.Sc3 Sf6 4.Lg5 Le7 5.e3 0-0 6.Sf3 h6 7.Lh4
D57 Avböjd damgambit, Laskerförsvaret
1.d4 d5 2.c4 e6 3.Sc3 Sf6 4.Lg5 Le7 5.e3 0-0 6.Sf3 h6 7.Lh4 Se4 8.Lxe7 Dxe7
D58 Avböjd damgambit, Tartakowervarianten
1.d4 d5 2.c4 e6 3.Sc3 Sf6 4.Lg5 Le7 5.e3 0-0 6.Sf3 h6 7.Lh4 b6
D59 Avböjd damgambit, Tartakowervarianten
1.d4 d5 2.c4 e6 3.Sc3 Sf6 4.Lg5 Le7 5.e3 0-0 6.Sf3 h6 7.Lh4 b6 8.cxd5 Sxd5
|   | a | b | c | d | e | f | g | h |   |
| 8 | a8 svart torn · c8 svart löpare · d8 svart drottning · f8 svart torn · g8 svart kung · a7 svart bonde · b7 svart bonde · c7 svart bonde · d7 svart springare · e7 svart löpare · f7 svart bonde · g7 svart bonde · h7 svart bonde · e6 svart bonde · f6 svart springare · d5 svart bonde · g5 vit löpare · c4 vit bonde · d4 vit bonde · c3 vit springare · e3 vit bonde · f3 vit springare · a2 vit bonde · b2 vit bonde · f2 vit bonde · g2 vit bonde · h2 vit bonde · a1 vit torn · d1 vit drottning · e1 vit kung · f1 vit löpare · h1 vit torn | a8 svart torn · c8 svart löpare · d8 svart drottning · f8 svart torn · g8 svart kung · a7 svart bonde · b7 svart bonde · c7 svart bonde · d7 svart springare · e7 svart löpare · f7 svart bonde · g7 svart bonde · h7 svart bonde · e6 svart bonde · f6 svart springare · d5 svart bonde · g5 vit löpare · c4 vit bonde · d4 vit bonde · c3 vit springare · e3 vit bonde · f3 vit springare · a2 vit bonde · b2 vit bonde · f2 vit bonde · g2 vit bonde · h2 vit bonde · a1 vit torn · d1 vit drottning · e1 vit kung · f1 vit löpare · h1 vit torn | a8 svart torn · c8 svart löpare · d8 svart drottning · f8 svart torn · g8 svart kung · a7 svart bonde · b7 svart bonde · c7 svart bonde · d7 svart springare · e7 svart löpare · f7 svart bonde · g7 svart bonde · h7 svart bonde · e6 svart bonde · f6 svart springare · d5 svart bonde · g5 vit löpare · c4 vit bonde · d4 vit bonde · c3 vit springare · e3 vit bonde · f3 vit springare · a2 vit bonde · b2 vit bonde · f2 vit bonde · g2 vit bonde · h2 vit bonde · a1 vit torn · d1 vit drottning · e1 vit kung · f1 vit löpare · h1 vit torn | a8 svart torn · c8 svart löpare · d8 svart drottning · f8 svart torn · g8 svart kung · a7 svart bonde · b7 svart bonde · c7 svart bonde · d7 svart springare · e7 svart löpare · f7 svart bonde · g7 svart bonde · h7 svart bonde · e6 svart bonde · f6 svart springare · d5 svart bonde · g5 vit löpare · c4 vit bonde · d4 vit bonde · c3 vit springare · e3 vit bonde · f3 vit springare · a2 vit bonde · b2 vit bonde · f2 vit bonde · g2 vit bonde · h2 vit bonde · a1 vit torn · d1 vit drottning · e1 vit kung · f1 vit löpare · h1 vit torn | a8 svart torn · c8 svart löpare · d8 svart drottning · f8 svart torn · g8 svart kung · a7 svart bonde · b7 svart bonde · c7 svart bonde · d7 svart springare · e7 svart löpare · f7 svart bonde · g7 svart bonde · h7 svart bonde · e6 svart bonde · f6 svart springare · d5 svart bonde · g5 vit löpare · c4 vit bonde · d4 vit bonde · c3 vit springare · e3 vit bonde · f3 vit springare · a2 vit bonde · b2 vit bonde · f2 vit bonde · g2 vit bonde · h2 vit bonde · a1 vit torn · d1 vit drottning · e1 vit kung · f1 vit löpare · h1 vit torn | a8 svart torn · c8 svart löpare · d8 svart drottning · f8 svart torn · g8 svart kung · a7 svart bonde · b7 svart bonde · c7 svart bonde · d7 svart springare · e7 svart löpare · f7 svart bonde · g7 svart bonde · h7 svart bonde · e6 svart bonde · f6 svart springare · d5 svart bonde · g5 vit löpare · c4 vit bonde · d4 vit bonde · c3 vit springare · e3 vit bonde · f3 vit springare · a2 vit bonde · b2 vit bonde · f2 vit bonde · g2 vit bonde · h2 vit bonde · a1 vit torn · d1 vit drottning · e1 vit kung · f1 vit löpare · h1 vit torn | a8 svart torn · c8 svart löpare · d8 svart drottning · f8 svart torn · g8 svart kung · a7 svart bonde · b7 svart bonde · c7 svart bonde · d7 svart springare · e7 svart löpare · f7 svart bonde · g7 svart bonde · h7 svart bonde · e6 svart bonde · f6 svart springare · d5 svart bonde · g5 vit löpare · c4 vit bonde · d4 vit bonde · c3 vit springare · e3 vit bonde · f3 vit springare · a2 vit bonde · b2 vit bonde · f2 vit bonde · g2 vit bonde · h2 vit bonde · a1 vit torn · d1 vit drottning · e1 vit kung · f1 vit löpare · h1 vit torn | a8 svart torn · c8 svart löpare · d8 svart drottning · f8 svart torn · g8 svart kung · a7 svart bonde · b7 svart bonde · c7 svart bonde · d7 svart springare · e7 svart löpare · f7 svart bonde · g7 svart bonde · h7 svart bonde · e6 svart bonde · f6 svart springare · d5 svart bonde · g5 vit löpare · c4 vit bonde · d4 vit bonde · c3 vit springare · e3 vit bonde · f3 vit springare · a2 vit bonde · b2 vit bonde · f2 vit bonde · g2 vit bonde · h2 vit bonde · a1 vit torn · d1 vit drottning · e1 vit kung · f1 vit löpare · h1 vit torn | 8 |
| 7 | a8 svart torn · c8 svart löpare · d8 svart drottning · f8 svart torn · g8 svart kung · a7 svart bonde · b7 svart bonde · c7 svart bonde · d7 svart springare · e7 svart löpare · f7 svart bonde · g7 svart bonde · h7 svart bonde · e6 svart bonde · f6 svart springare · d5 svart bonde · g5 vit löpare · c4 vit bonde · d4 vit bonde · c3 vit springare · e3 vit bonde · f3 vit springare · a2 vit bonde · b2 vit bonde · f2 vit bonde · g2 vit bonde · h2 vit bonde · a1 vit torn · d1 vit drottning · e1 vit kung · f1 vit löpare · h1 vit torn | a8 svart torn · c8 svart löpare · d8 svart drottning · f8 svart torn · g8 svart kung · a7 svart bonde · b7 svart bonde · c7 svart bonde · d7 svart springare · e7 svart löpare · f7 svart bonde · g7 svart bonde · h7 svart bonde · e6 svart bonde · f6 svart springare · d5 svart bonde · g5 vit löpare · c4 vit bonde · d4 vit bonde · c3 vit springare · e3 vit bonde · f3 vit springare · a2 vit bonde · b2 vit bonde · f2 vit bonde · g2 vit bonde · h2 vit bonde · a1 vit torn · d1 vit drottning · e1 vit kung · f1 vit löpare · h1 vit torn | a8 svart torn · c8 svart löpare · d8 svart drottning · f8 svart torn · g8 svart kung · a7 svart bonde · b7 svart bonde · c7 svart bonde · d7 svart springare · e7 svart löpare · f7 svart bonde · g7 svart bonde · h7 svart bonde · e6 svart bonde · f6 svart springare · d5 svart bonde · g5 vit löpare · c4 vit bonde · d4 vit bonde · c3 vit springare · e3 vit bonde · f3 vit springare · a2 vit bonde · b2 vit bonde · f2 vit bonde · g2 vit bonde · h2 vit bonde · a1 vit torn · d1 vit drottning · e1 vit kung · f1 vit löpare · h1 vit torn | a8 svart torn · c8 svart löpare · d8 svart drottning · f8 svart torn · g8 svart kung · a7 svart bonde · b7 svart bonde · c7 svart bonde · d7 svart springare · e7 svart löpare · f7 svart bonde · g7 svart bonde · h7 svart bonde · e6 svart bonde · f6 svart springare · d5 svart bonde · g5 vit löpare · c4 vit bonde · d4 vit bonde · c3 vit springare · e3 vit bonde · f3 vit springare · a2 vit bonde · b2 vit bonde · f2 vit bonde · g2 vit bonde · h2 vit bonde · a1 vit torn · d1 vit drottning · e1 vit kung · f1 vit löpare · h1 vit torn | a8 svart torn · c8 svart löpare · d8 svart drottning · f8 svart torn · g8 svart kung · a7 svart bonde · b7 svart bonde · c7 svart bonde · d7 svart springare · e7 svart löpare · f7 svart bonde · g7 svart bonde · h7 svart bonde · e6 svart bonde · f6 svart springare · d5 svart bonde · g5 vit löpare · c4 vit bonde · d4 vit bonde · c3 vit springare · e3 vit bonde · f3 vit springare · a2 vit bonde · b2 vit bonde · f2 vit bonde · g2 vit bonde · h2 vit bonde · a1 vit torn · d1 vit drottning · e1 vit kung · f1 vit löpare · h1 vit torn | a8 svart torn · c8 svart löpare · d8 svart drottning · f8 svart torn · g8 svart kung · a7 svart bonde · b7 svart bonde · c7 svart bonde · d7 svart springare · e7 svart löpare · f7 svart bonde · g7 svart bonde · h7 svart bonde · e6 svart bonde · f6 svart springare · d5 svart bonde · g5 vit löpare · c4 vit bonde · d4 vit bonde · c3 vit springare · e3 vit bonde · f3 vit springare · a2 vit bonde · b2 vit bonde · f2 vit bonde · g2 vit bonde · h2 vit bonde · a1 vit torn · d1 vit drottning · e1 vit kung · f1 vit löpare · h1 vit torn | a8 svart torn · c8 svart löpare · d8 svart drottning · f8 svart torn · g8 svart kung · a7 svart bonde · b7 svart bonde · c7 svart bonde · d7 svart springare · e7 svart löpare · f7 svart bonde · g7 svart bonde · h7 svart bonde · e6 svart bonde · f6 svart springare · d5 svart bonde · g5 vit löpare · c4 vit bonde · d4 vit bonde · c3 vit springare · e3 vit bonde · f3 vit springare · a2 vit bonde · b2 vit bonde · f2 vit bonde · g2 vit bonde · h2 vit bonde · a1 vit torn · d1 vit drottning · e1 vit kung · f1 vit löpare · h1 vit torn | a8 svart torn · c8 svart löpare · d8 svart drottning · f8 svart torn · g8 svart kung · a7 svart bonde · b7 svart bonde · c7 svart bonde · d7 svart springare · e7 svart löpare · f7 svart bonde · g7 svart bonde · h7 svart bonde · e6 svart bonde · f6 svart springare · d5 svart bonde · g5 vit löpare · c4 vit bonde · d4 vit bonde · c3 vit springare · e3 vit bonde · f3 vit springare · a2 vit bonde · b2 vit bonde · f2 vit bonde · g2 vit bonde · h2 vit bonde · a1 vit torn · d1 vit drottning · e1 vit kung · f1 vit löpare · h1 vit torn | 7 |
| 6 | a8 svart torn · c8 svart löpare · d8 svart drottning · f8 svart torn · g8 svart kung · a7 svart bonde · b7 svart bonde · c7 svart bonde · d7 svart springare · e7 svart löpare · f7 svart bonde · g7 svart bonde · h7 svart bonde · e6 svart bonde · f6 svart springare · d5 svart bonde · g5 vit löpare · c4 vit bonde · d4 vit bonde · c3 vit springare · e3 vit bonde · f3 vit springare · a2 vit bonde · b2 vit bonde · f2 vit bonde · g2 vit bonde · h2 vit bonde · a1 vit torn · d1 vit drottning · e1 vit kung · f1 vit löpare · h1 vit torn | a8 svart torn · c8 svart löpare · d8 svart drottning · f8 svart torn · g8 svart kung · a7 svart bonde · b7 svart bonde · c7 svart bonde · d7 svart springare · e7 svart löpare · f7 svart bonde · g7 svart bonde · h7 svart bonde · e6 svart bonde · f6 svart springare · d5 svart bonde · g5 vit löpare · c4 vit bonde · d4 vit bonde · c3 vit springare · e3 vit bonde · f3 vit springare · a2 vit bonde · b2 vit bonde · f2 vit bonde · g2 vit bonde · h2 vit bonde · a1 vit torn · d1 vit drottning · e1 vit kung · f1 vit löpare · h1 vit torn | a8 svart torn · c8 svart löpare · d8 svart drottning · f8 svart torn · g8 svart kung · a7 svart bonde · b7 svart bonde · c7 svart bonde · d7 svart springare · e7 svart löpare · f7 svart bonde · g7 svart bonde · h7 svart bonde · e6 svart bonde · f6 svart springare · d5 svart bonde · g5 vit löpare · c4 vit bonde · d4 vit bonde · c3 vit springare · e3 vit bonde · f3 vit springare · a2 vit bonde · b2 vit bonde · f2 vit bonde · g2 vit bonde · h2 vit bonde · a1 vit torn · d1 vit drottning · e1 vit kung · f1 vit löpare · h1 vit torn | a8 svart torn · c8 svart löpare · d8 svart drottning · f8 svart torn · g8 svart kung · a7 svart bonde · b7 svart bonde · c7 svart bonde · d7 svart springare · e7 svart löpare · f7 svart bonde · g7 svart bonde · h7 svart bonde · e6 svart bonde · f6 svart springare · d5 svart bonde · g5 vit löpare · c4 vit bonde · d4 vit bonde · c3 vit springare · e3 vit bonde · f3 vit springare · a2 vit bonde · b2 vit bonde · f2 vit bonde · g2 vit bonde · h2 vit bonde · a1 vit torn · d1 vit drottning · e1 vit kung · f1 vit löpare · h1 vit torn | a8 svart torn · c8 svart löpare · d8 svart drottning · f8 svart torn · g8 svart kung · a7 svart bonde · b7 svart bonde · c7 svart bonde · d7 svart springare · e7 svart löpare · f7 svart bonde · g7 svart bonde · h7 svart bonde · e6 svart bonde · f6 svart springare · d5 svart bonde · g5 vit löpare · c4 vit bonde · d4 vit bonde · c3 vit springare · e3 vit bonde · f3 vit springare · a2 vit bonde · b2 vit bonde · f2 vit bonde · g2 vit bonde · h2 vit bonde · a1 vit torn · d1 vit drottning · e1 vit kung · f1 vit löpare · h1 vit torn | a8 svart torn · c8 svart löpare · d8 svart drottning · f8 svart torn · g8 svart kung · a7 svart bonde · b7 svart bonde · c7 svart bonde · d7 svart springare · e7 svart löpare · f7 svart bonde · g7 svart bonde · h7 svart bonde · e6 svart bonde · f6 svart springare · d5 svart bonde · g5 vit löpare · c4 vit bonde · d4 vit bonde · c3 vit springare · e3 vit bonde · f3 vit springare · a2 vit bonde · b2 vit bonde · f2 vit bonde · g2 vit bonde · h2 vit bonde · a1 vit torn · d1 vit drottning · e1 vit kung · f1 vit löpare · h1 vit torn | a8 svart torn · c8 svart löpare · d8 svart drottning · f8 svart torn · g8 svart kung · a7 svart bonde · b7 svart bonde · c7 svart bonde · d7 svart springare · e7 svart löpare · f7 svart bonde · g7 svart bonde · h7 svart bonde · e6 svart bonde · f6 svart springare · d5 svart bonde · g5 vit löpare · c4 vit bonde · d4 vit bonde · c3 vit springare · e3 vit bonde · f3 vit springare · a2 vit bonde · b2 vit bonde · f2 vit bonde · g2 vit bonde · h2 vit bonde · a1 vit torn · d1 vit drottning · e1 vit kung · f1 vit löpare · h1 vit torn | a8 svart torn · c8 svart löpare · d8 svart drottning · f8 svart torn · g8 svart kung · a7 svart bonde · b7 svart bonde · c7 svart bonde · d7 svart springare · e7 svart löpare · f7 svart bonde · g7 svart bonde · h7 svart bonde · e6 svart bonde · f6 svart springare · d5 svart bonde · g5 vit löpare · c4 vit bonde · d4 vit bonde · c3 vit springare · e3 vit bonde · f3 vit springare · a2 vit bonde · b2 vit bonde · f2 vit bonde · g2 vit bonde · h2 vit bonde · a1 vit torn · d1 vit drottning · e1 vit kung · f1 vit löpare · h1 vit torn | 6 |
| 5 | a8 svart torn · c8 svart löpare · d8 svart drottning · f8 svart torn · g8 svart kung · a7 svart bonde · b7 svart bonde · c7 svart bonde · d7 svart springare · e7 svart löpare · f7 svart bonde · g7 svart bonde · h7 svart bonde · e6 svart bonde · f6 svart springare · d5 svart bonde · g5 vit löpare · c4 vit bonde · d4 vit bonde · c3 vit springare · e3 vit bonde · f3 vit springare · a2 vit bonde · b2 vit bonde · f2 vit bonde · g2 vit bonde · h2 vit bonde · a1 vit torn · d1 vit drottning · e1 vit kung · f1 vit löpare · h1 vit torn | a8 svart torn · c8 svart löpare · d8 svart drottning · f8 svart torn · g8 svart kung · a7 svart bonde · b7 svart bonde · c7 svart bonde · d7 svart springare · e7 svart löpare · f7 svart bonde · g7 svart bonde · h7 svart bonde · e6 svart bonde · f6 svart springare · d5 svart bonde · g5 vit löpare · c4 vit bonde · d4 vit bonde · c3 vit springare · e3 vit bonde · f3 vit springare · a2 vit bonde · b2 vit bonde · f2 vit bonde · g2 vit bonde · h2 vit bonde · a1 vit torn · d1 vit drottning · e1 vit kung · f1 vit löpare · h1 vit torn | a8 svart torn · c8 svart löpare · d8 svart drottning · f8 svart torn · g8 svart kung · a7 svart bonde · b7 svart bonde · c7 svart bonde · d7 svart springare · e7 svart löpare · f7 svart bonde · g7 svart bonde · h7 svart bonde · e6 svart bonde · f6 svart springare · d5 svart bonde · g5 vit löpare · c4 vit bonde · d4 vit bonde · c3 vit springare · e3 vit bonde · f3 vit springare · a2 vit bonde · b2 vit bonde · f2 vit bonde · g2 vit bonde · h2 vit bonde · a1 vit torn · d1 vit drottning · e1 vit kung · f1 vit löpare · h1 vit torn | a8 svart torn · c8 svart löpare · d8 svart drottning · f8 svart torn · g8 svart kung · a7 svart bonde · b7 svart bonde · c7 svart bonde · d7 svart springare · e7 svart löpare · f7 svart bonde · g7 svart bonde · h7 svart bonde · e6 svart bonde · f6 svart springare · d5 svart bonde · g5 vit löpare · c4 vit bonde · d4 vit bonde · c3 vit springare · e3 vit bonde · f3 vit springare · a2 vit bonde · b2 vit bonde · f2 vit bonde · g2 vit bonde · h2 vit bonde · a1 vit torn · d1 vit drottning · e1 vit kung · f1 vit löpare · h1 vit torn | a8 svart torn · c8 svart löpare · d8 svart drottning · f8 svart torn · g8 svart kung · a7 svart bonde · b7 svart bonde · c7 svart bonde · d7 svart springare · e7 svart löpare · f7 svart bonde · g7 svart bonde · h7 svart bonde · e6 svart bonde · f6 svart springare · d5 svart bonde · g5 vit löpare · c4 vit bonde · d4 vit bonde · c3 vit springare · e3 vit bonde · f3 vit springare · a2 vit bonde · b2 vit bonde · f2 vit bonde · g2 vit bonde · h2 vit bonde · a1 vit torn · d1 vit drottning · e1 vit kung · f1 vit löpare · h1 vit torn | a8 svart torn · c8 svart löpare · d8 svart drottning · f8 svart torn · g8 svart kung · a7 svart bonde · b7 svart bonde · c7 svart bonde · d7 svart springare · e7 svart löpare · f7 svart bonde · g7 svart bonde · h7 svart bonde · e6 svart bonde · f6 svart springare · d5 svart bonde · g5 vit löpare · c4 vit bonde · d4 vit bonde · c3 vit springare · e3 vit bonde · f3 vit springare · a2 vit bonde · b2 vit bonde · f2 vit bonde · g2 vit bonde · h2 vit bonde · a1 vit torn · d1 vit drottning · e1 vit kung · f1 vit löpare · h1 vit torn | a8 svart torn · c8 svart löpare · d8 svart drottning · f8 svart torn · g8 svart kung · a7 svart bonde · b7 svart bonde · c7 svart bonde · d7 svart springare · e7 svart löpare · f7 svart bonde · g7 svart bonde · h7 svart bonde · e6 svart bonde · f6 svart springare · d5 svart bonde · g5 vit löpare · c4 vit bonde · d4 vit bonde · c3 vit springare · e3 vit bonde · f3 vit springare · a2 vit bonde · b2 vit bonde · f2 vit bonde · g2 vit bonde · h2 vit bonde · a1 vit torn · d1 vit drottning · e1 vit kung · f1 vit löpare · h1 vit torn | a8 svart torn · c8 svart löpare · d8 svart drottning · f8 svart torn · g8 svart kung · a7 svart bonde · b7 svart bonde · c7 svart bonde · d7 svart springare · e7 svart löpare · f7 svart bonde · g7 svart bonde · h7 svart bonde · e6 svart bonde · f6 svart springare · d5 svart bonde · g5 vit löpare · c4 vit bonde · d4 vit bonde · c3 vit springare · e3 vit bonde · f3 vit springare · a2 vit bonde · b2 vit bonde · f2 vit bonde · g2 vit bonde · h2 vit bonde · a1 vit torn · d1 vit drottning · e1 vit kung · f1 vit löpare · h1 vit torn | 5 |
| 4 | a8 svart torn · c8 svart löpare · d8 svart drottning · f8 svart torn · g8 svart kung · a7 svart bonde · b7 svart bonde · c7 svart bonde · d7 svart springare · e7 svart löpare · f7 svart bonde · g7 svart bonde · h7 svart bonde · e6 svart bonde · f6 svart springare · d5 svart bonde · g5 vit löpare · c4 vit bonde · d4 vit bonde · c3 vit springare · e3 vit bonde · f3 vit springare · a2 vit bonde · b2 vit bonde · f2 vit bonde · g2 vit bonde · h2 vit bonde · a1 vit torn · d1 vit drottning · e1 vit kung · f1 vit löpare · h1 vit torn | a8 svart torn · c8 svart löpare · d8 svart drottning · f8 svart torn · g8 svart kung · a7 svart bonde · b7 svart bonde · c7 svart bonde · d7 svart springare · e7 svart löpare · f7 svart bonde · g7 svart bonde · h7 svart bonde · e6 svart bonde · f6 svart springare · d5 svart bonde · g5 vit löpare · c4 vit bonde · d4 vit bonde · c3 vit springare · e3 vit bonde · f3 vit springare · a2 vit bonde · b2 vit bonde · f2 vit bonde · g2 vit bonde · h2 vit bonde · a1 vit torn · d1 vit drottning · e1 vit kung · f1 vit löpare · h1 vit torn | a8 svart torn · c8 svart löpare · d8 svart drottning · f8 svart torn · g8 svart kung · a7 svart bonde · b7 svart bonde · c7 svart bonde · d7 svart springare · e7 svart löpare · f7 svart bonde · g7 svart bonde · h7 svart bonde · e6 svart bonde · f6 svart springare · d5 svart bonde · g5 vit löpare · c4 vit bonde · d4 vit bonde · c3 vit springare · e3 vit bonde · f3 vit springare · a2 vit bonde · b2 vit bonde · f2 vit bonde · g2 vit bonde · h2 vit bonde · a1 vit torn · d1 vit drottning · e1 vit kung · f1 vit löpare · h1 vit torn | a8 svart torn · c8 svart löpare · d8 svart drottning · f8 svart torn · g8 svart kung · a7 svart bonde · b7 svart bonde · c7 svart bonde · d7 svart springare · e7 svart löpare · f7 svart bonde · g7 svart bonde · h7 svart bonde · e6 svart bonde · f6 svart springare · d5 svart bonde · g5 vit löpare · c4 vit bonde · d4 vit bonde · c3 vit springare · e3 vit bonde · f3 vit springare · a2 vit bonde · b2 vit bonde · f2 vit bonde · g2 vit bonde · h2 vit bonde · a1 vit torn · d1 vit drottning · e1 vit kung · f1 vit löpare · h1 vit torn | a8 svart torn · c8 svart löpare · d8 svart drottning · f8 svart torn · g8 svart kung · a7 svart bonde · b7 svart bonde · c7 svart bonde · d7 svart springare · e7 svart löpare · f7 svart bonde · g7 svart bonde · h7 svart bonde · e6 svart bonde · f6 svart springare · d5 svart bonde · g5 vit löpare · c4 vit bonde · d4 vit bonde · c3 vit springare · e3 vit bonde · f3 vit springare · a2 vit bonde · b2 vit bonde · f2 vit bonde · g2 vit bonde · h2 vit bonde · a1 vit torn · d1 vit drottning · e1 vit kung · f1 vit löpare · h1 vit torn | a8 svart torn · c8 svart löpare · d8 svart drottning · f8 svart torn · g8 svart kung · a7 svart bonde · b7 svart bonde · c7 svart bonde · d7 svart springare · e7 svart löpare · f7 svart bonde · g7 svart bonde · h7 svart bonde · e6 svart bonde · f6 svart springare · d5 svart bonde · g5 vit löpare · c4 vit bonde · d4 vit bonde · c3 vit springare · e3 vit bonde · f3 vit springare · a2 vit bonde · b2 vit bonde · f2 vit bonde · g2 vit bonde · h2 vit bonde · a1 vit torn · d1 vit drottning · e1 vit kung · f1 vit löpare · h1 vit torn | a8 svart torn · c8 svart löpare · d8 svart drottning · f8 svart torn · g8 svart kung · a7 svart bonde · b7 svart bonde · c7 svart bonde · d7 svart springare · e7 svart löpare · f7 svart bonde · g7 svart bonde · h7 svart bonde · e6 svart bonde · f6 svart springare · d5 svart bonde · g5 vit löpare · c4 vit bonde · d4 vit bonde · c3 vit springare · e3 vit bonde · f3 vit springare · a2 vit bonde · b2 vit bonde · f2 vit bonde · g2 vit bonde · h2 vit bonde · a1 vit torn · d1 vit drottning · e1 vit kung · f1 vit löpare · h1 vit torn | a8 svart torn · c8 svart löpare · d8 svart drottning · f8 svart torn · g8 svart kung · a7 svart bonde · b7 svart bonde · c7 svart bonde · d7 svart springare · e7 svart löpare · f7 svart bonde · g7 svart bonde · h7 svart bonde · e6 svart bonde · f6 svart springare · d5 svart bonde · g5 vit löpare · c4 vit bonde · d4 vit bonde · c3 vit springare · e3 vit bonde · f3 vit springare · a2 vit bonde · b2 vit bonde · f2 vit bonde · g2 vit bonde · h2 vit bonde · a1 vit torn · d1 vit drottning · e1 vit kung · f1 vit löpare · h1 vit torn | 4 |
| 3 | a8 svart torn · c8 svart löpare · d8 svart drottning · f8 svart torn · g8 svart kung · a7 svart bonde · b7 svart bonde · c7 svart bonde · d7 svart springare · e7 svart löpare · f7 svart bonde · g7 svart bonde · h7 svart bonde · e6 svart bonde · f6 svart springare · d5 svart bonde · g5 vit löpare · c4 vit bonde · d4 vit bonde · c3 vit springare · e3 vit bonde · f3 vit springare · a2 vit bonde · b2 vit bonde · f2 vit bonde · g2 vit bonde · h2 vit bonde · a1 vit torn · d1 vit drottning · e1 vit kung · f1 vit löpare · h1 vit torn | a8 svart torn · c8 svart löpare · d8 svart drottning · f8 svart torn · g8 svart kung · a7 svart bonde · b7 svart bonde · c7 svart bonde · d7 svart springare · e7 svart löpare · f7 svart bonde · g7 svart bonde · h7 svart bonde · e6 svart bonde · f6 svart springare · d5 svart bonde · g5 vit löpare · c4 vit bonde · d4 vit bonde · c3 vit springare · e3 vit bonde · f3 vit springare · a2 vit bonde · b2 vit bonde · f2 vit bonde · g2 vit bonde · h2 vit bonde · a1 vit torn · d1 vit drottning · e1 vit kung · f1 vit löpare · h1 vit torn | a8 svart torn · c8 svart löpare · d8 svart drottning · f8 svart torn · g8 svart kung · a7 svart bonde · b7 svart bonde · c7 svart bonde · d7 svart springare · e7 svart löpare · f7 svart bonde · g7 svart bonde · h7 svart bonde · e6 svart bonde · f6 svart springare · d5 svart bonde · g5 vit löpare · c4 vit bonde · d4 vit bonde · c3 vit springare · e3 vit bonde · f3 vit springare · a2 vit bonde · b2 vit bonde · f2 vit bonde · g2 vit bonde · h2 vit bonde · a1 vit torn · d1 vit drottning · e1 vit kung · f1 vit löpare · h1 vit torn | a8 svart torn · c8 svart löpare · d8 svart drottning · f8 svart torn · g8 svart kung · a7 svart bonde · b7 svart bonde · c7 svart bonde · d7 svart springare · e7 svart löpare · f7 svart bonde · g7 svart bonde · h7 svart bonde · e6 svart bonde · f6 svart springare · d5 svart bonde · g5 vit löpare · c4 vit bonde · d4 vit bonde · c3 vit springare · e3 vit bonde · f3 vit springare · a2 vit bonde · b2 vit bonde · f2 vit bonde · g2 vit bonde · h2 vit bonde · a1 vit torn · d1 vit drottning · e1 vit kung · f1 vit löpare · h1 vit torn | a8 svart torn · c8 svart löpare · d8 svart drottning · f8 svart torn · g8 svart kung · a7 svart bonde · b7 svart bonde · c7 svart bonde · d7 svart springare · e7 svart löpare · f7 svart bonde · g7 svart bonde · h7 svart bonde · e6 svart bonde · f6 svart springare · d5 svart bonde · g5 vit löpare · c4 vit bonde · d4 vit bonde · c3 vit springare · e3 vit bonde · f3 vit springare · a2 vit bonde · b2 vit bonde · f2 vit bonde · g2 vit bonde · h2 vit bonde · a1 vit torn · d1 vit drottning · e1 vit kung · f1 vit löpare · h1 vit torn | a8 svart torn · c8 svart löpare · d8 svart drottning · f8 svart torn · g8 svart kung · a7 svart bonde · b7 svart bonde · c7 svart bonde · d7 svart springare · e7 svart löpare · f7 svart bonde · g7 svart bonde · h7 svart bonde · e6 svart bonde · f6 svart springare · d5 svart bonde · g5 vit löpare · c4 vit bonde · d4 vit bonde · c3 vit springare · e3 vit bonde · f3 vit springare · a2 vit bonde · b2 vit bonde · f2 vit bonde · g2 vit bonde · h2 vit bonde · a1 vit torn · d1 vit drottning · e1 vit kung · f1 vit löpare · h1 vit torn | a8 svart torn · c8 svart löpare · d8 svart drottning · f8 svart torn · g8 svart kung · a7 svart bonde · b7 svart bonde · c7 svart bonde · d7 svart springare · e7 svart löpare · f7 svart bonde · g7 svart bonde · h7 svart bonde · e6 svart bonde · f6 svart springare · d5 svart bonde · g5 vit löpare · c4 vit bonde · d4 vit bonde · c3 vit springare · e3 vit bonde · f3 vit springare · a2 vit bonde · b2 vit bonde · f2 vit bonde · g2 vit bonde · h2 vit bonde · a1 vit torn · d1 vit drottning · e1 vit kung · f1 vit löpare · h1 vit torn | a8 svart torn · c8 svart löpare · d8 svart drottning · f8 svart torn · g8 svart kung · a7 svart bonde · b7 svart bonde · c7 svart bonde · d7 svart springare · e7 svart löpare · f7 svart bonde · g7 svart bonde · h7 svart bonde · e6 svart bonde · f6 svart springare · d5 svart bonde · g5 vit löpare · c4 vit bonde · d4 vit bonde · c3 vit springare · e3 vit bonde · f3 vit springare · a2 vit bonde · b2 vit bonde · f2 vit bonde · g2 vit bonde · h2 vit bonde · a1 vit torn · d1 vit drottning · e1 vit kung · f1 vit löpare · h1 vit torn | 3 |
| 2 | a8 svart torn · c8 svart löpare · d8 svart drottning · f8 svart torn · g8 svart kung · a7 svart bonde · b7 svart bonde · c7 svart bonde · d7 svart springare · e7 svart löpare · f7 svart bonde · g7 svart bonde · h7 svart bonde · e6 svart bonde · f6 svart springare · d5 svart bonde · g5 vit löpare · c4 vit bonde · d4 vit bonde · c3 vit springare · e3 vit bonde · f3 vit springare · a2 vit bonde · b2 vit bonde · f2 vit bonde · g2 vit bonde · h2 vit bonde · a1 vit torn · d1 vit drottning · e1 vit kung · f1 vit löpare · h1 vit torn | a8 svart torn · c8 svart löpare · d8 svart drottning · f8 svart torn · g8 svart kung · a7 svart bonde · b7 svart bonde · c7 svart bonde · d7 svart springare · e7 svart löpare · f7 svart bonde · g7 svart bonde · h7 svart bonde · e6 svart bonde · f6 svart springare · d5 svart bonde · g5 vit löpare · c4 vit bonde · d4 vit bonde · c3 vit springare · e3 vit bonde · f3 vit springare · a2 vit bonde · b2 vit bonde · f2 vit bonde · g2 vit bonde · h2 vit bonde · a1 vit torn · d1 vit drottning · e1 vit kung · f1 vit löpare · h1 vit torn | a8 svart torn · c8 svart löpare · d8 svart drottning · f8 svart torn · g8 svart kung · a7 svart bonde · b7 svart bonde · c7 svart bonde · d7 svart springare · e7 svart löpare · f7 svart bonde · g7 svart bonde · h7 svart bonde · e6 svart bonde · f6 svart springare · d5 svart bonde · g5 vit löpare · c4 vit bonde · d4 vit bonde · c3 vit springare · e3 vit bonde · f3 vit springare · a2 vit bonde · b2 vit bonde · f2 vit bonde · g2 vit bonde · h2 vit bonde · a1 vit torn · d1 vit drottning · e1 vit kung · f1 vit löpare · h1 vit torn | a8 svart torn · c8 svart löpare · d8 svart drottning · f8 svart torn · g8 svart kung · a7 svart bonde · b7 svart bonde · c7 svart bonde · d7 svart springare · e7 svart löpare · f7 svart bonde · g7 svart bonde · h7 svart bonde · e6 svart bonde · f6 svart springare · d5 svart bonde · g5 vit löpare · c4 vit bonde · d4 vit bonde · c3 vit springare · e3 vit bonde · f3 vit springare · a2 vit bonde · b2 vit bonde · f2 vit bonde · g2 vit bonde · h2 vit bonde · a1 vit torn · d1 vit drottning · e1 vit kung · f1 vit löpare · h1 vit torn | a8 svart torn · c8 svart löpare · d8 svart drottning · f8 svart torn · g8 svart kung · a7 svart bonde · b7 svart bonde · c7 svart bonde · d7 svart springare · e7 svart löpare · f7 svart bonde · g7 svart bonde · h7 svart bonde · e6 svart bonde · f6 svart springare · d5 svart bonde · g5 vit löpare · c4 vit bonde · d4 vit bonde · c3 vit springare · e3 vit bonde · f3 vit springare · a2 vit bonde · b2 vit bonde · f2 vit bonde · g2 vit bonde · h2 vit bonde · a1 vit torn · d1 vit drottning · e1 vit kung · f1 vit löpare · h1 vit torn | a8 svart torn · c8 svart löpare · d8 svart drottning · f8 svart torn · g8 svart kung · a7 svart bonde · b7 svart bonde · c7 svart bonde · d7 svart springare · e7 svart löpare · f7 svart bonde · g7 svart bonde · h7 svart bonde · e6 svart bonde · f6 svart springare · d5 svart bonde · g5 vit löpare · c4 vit bonde · d4 vit bonde · c3 vit springare · e3 vit bonde · f3 vit springare · a2 vit bonde · b2 vit bonde · f2 vit bonde · g2 vit bonde · h2 vit bonde · a1 vit torn · d1 vit drottning · e1 vit kung · f1 vit löpare · h1 vit torn | a8 svart torn · c8 svart löpare · d8 svart drottning · f8 svart torn · g8 svart kung · a7 svart bonde · b7 svart bonde · c7 svart bonde · d7 svart springare · e7 svart löpare · f7 svart bonde · g7 svart bonde · h7 svart bonde · e6 svart bonde · f6 svart springare · d5 svart bonde · g5 vit löpare · c4 vit bonde · d4 vit bonde · c3 vit springare · e3 vit bonde · f3 vit springare · a2 vit bonde · b2 vit bonde · f2 vit bonde · g2 vit bonde · h2 vit bonde · a1 vit torn · d1 vit drottning · e1 vit kung · f1 vit löpare · h1 vit torn | a8 svart torn · c8 svart löpare · d8 svart drottning · f8 svart torn · g8 svart kung · a7 svart bonde · b7 svart bonde · c7 svart bonde · d7 svart springare · e7 svart löpare · f7 svart bonde · g7 svart bonde · h7 svart bonde · e6 svart bonde · f6 svart springare · d5 svart bonde · g5 vit löpare · c4 vit bonde · d4 vit bonde · c3 vit springare · e3 vit bonde · f3 vit springare · a2 vit bonde · b2 vit bonde · f2 vit bonde · g2 vit bonde · h2 vit bonde · a1 vit torn · d1 vit drottning · e1 vit kung · f1 vit löpare · h1 vit torn | 2 |
| 1 | a8 svart torn · c8 svart löpare · d8 svart drottning · f8 svart torn · g8 svart kung · a7 svart bonde · b7 svart bonde · c7 svart bonde · d7 svart springare · e7 svart löpare · f7 svart bonde · g7 svart bonde · h7 svart bonde · e6 svart bonde · f6 svart springare · d5 svart bonde · g5 vit löpare · c4 vit bonde · d4 vit bonde · c3 vit springare · e3 vit bonde · f3 vit springare · a2 vit bonde · b2 vit bonde · f2 vit bonde · g2 vit bonde · h2 vit bonde · a1 vit torn · d1 vit drottning · e1 vit kung · f1 vit löpare · h1 vit torn | a8 svart torn · c8 svart löpare · d8 svart drottning · f8 svart torn · g8 svart kung · a7 svart bonde · b7 svart bonde · c7 svart bonde · d7 svart springare · e7 svart löpare · f7 svart bonde · g7 svart bonde · h7 svart bonde · e6 svart bonde · f6 svart springare · d5 svart bonde · g5 vit löpare · c4 vit bonde · d4 vit bonde · c3 vit springare · e3 vit bonde · f3 vit springare · a2 vit bonde · b2 vit bonde · f2 vit bonde · g2 vit bonde · h2 vit bonde · a1 vit torn · d1 vit drottning · e1 vit kung · f1 vit löpare · h1 vit torn | a8 svart torn · c8 svart löpare · d8 svart drottning · f8 svart torn · g8 svart kung · a7 svart bonde · b7 svart bonde · c7 svart bonde · d7 svart springare · e7 svart löpare · f7 svart bonde · g7 svart bonde · h7 svart bonde · e6 svart bonde · f6 svart springare · d5 svart bonde · g5 vit löpare · c4 vit bonde · d4 vit bonde · c3 vit springare · e3 vit bonde · f3 vit springare · a2 vit bonde · b2 vit bonde · f2 vit bonde · g2 vit bonde · h2 vit bonde · a1 vit torn · d1 vit drottning · e1 vit kung · f1 vit löpare · h1 vit torn | a8 svart torn · c8 svart löpare · d8 svart drottning · f8 svart torn · g8 svart kung · a7 svart bonde · b7 svart bonde · c7 svart bonde · d7 svart springare · e7 svart löpare · f7 svart bonde · g7 svart bonde · h7 svart bonde · e6 svart bonde · f6 svart springare · d5 svart bonde · g5 vit löpare · c4 vit bonde · d4 vit bonde · c3 vit springare · e3 vit bonde · f3 vit springare · a2 vit bonde · b2 vit bonde · f2 vit bonde · g2 vit bonde · h2 vit bonde · a1 vit torn · d1 vit drottning · e1 vit kung · f1 vit löpare · h1 vit torn | a8 svart torn · c8 svart löpare · d8 svart drottning · f8 svart torn · g8 svart kung · a7 svart bonde · b7 svart bonde · c7 svart bonde · d7 svart springare · e7 svart löpare · f7 svart bonde · g7 svart bonde · h7 svart bonde · e6 svart bonde · f6 svart springare · d5 svart bonde · g5 vit löpare · c4 vit bonde · d4 vit bonde · c3 vit springare · e3 vit bonde · f3 vit springare · a2 vit bonde · b2 vit bonde · f2 vit bonde · g2 vit bonde · h2 vit bonde · a1 vit torn · d1 vit drottning · e1 vit kung · f1 vit löpare · h1 vit torn | a8 svart torn · c8 svart löpare · d8 svart drottning · f8 svart torn · g8 svart kung · a7 svart bonde · b7 svart bonde · c7 svart bonde · d7 svart springare · e7 svart löpare · f7 svart bonde · g7 svart bonde · h7 svart bonde · e6 svart bonde · f6 svart springare · d5 svart bonde · g5 vit löpare · c4 vit bonde · d4 vit bonde · c3 vit springare · e3 vit bonde · f3 vit springare · a2 vit bonde · b2 vit bonde · f2 vit bonde · g2 vit bonde · h2 vit bonde · a1 vit torn · d1 vit drottning · e1 vit kung · f1 vit löpare · h1 vit torn | a8 svart torn · c8 svart löpare · d8 svart drottning · f8 svart torn · g8 svart kung · a7 svart bonde · b7 svart bonde · c7 svart bonde · d7 svart springare · e7 svart löpare · f7 svart bonde · g7 svart bonde · h7 svart bonde · e6 svart bonde · f6 svart springare · d5 svart bonde · g5 vit löpare · c4 vit bonde · d4 vit bonde · c3 vit springare · e3 vit bonde · f3 vit springare · a2 vit bonde · b2 vit bonde · f2 vit bonde · g2 vit bonde · h2 vit bonde · a1 vit torn · d1 vit drottning · e1 vit kung · f1 vit löpare · h1 vit torn | a8 svart torn · c8 svart löpare · d8 svart drottning · f8 svart torn · g8 svart kung · a7 svart bonde · b7 svart bonde · c7 svart bonde · d7 svart springare · e7 svart löpare · f7 svart bonde · g7 svart bonde · h7 svart bonde · e6 svart bonde · f6 svart springare · d5 svart bonde · g5 vit löpare · c4 vit bonde · d4 vit bonde · c3 vit springare · e3 vit bonde · f3 vit springare · a2 vit bonde · b2 vit bonde · f2 vit bonde · g2 vit bonde · h2 vit bonde · a1 vit torn · d1 vit drottning · e1 vit kung · f1 vit löpare · h1 vit torn | 1 |
|   | a | b | c | d | e | f | g | h |   |

D60 Avböjd damgambit, ortodoxa försvaret
1.d4 d5 2.c4 e6 3.Sc3 Sf6 4.Lg5 Le7 5.e3 0-0 6.Sf3 Sbd7
D61 Avböjd damgambit, ortodoxa, Rubinsteinvarianten
1.d4 d5 2.c4 e6 3.Sc3 Sf6 4.Lg5 Le7 5.e3 0-0 6.Sf3 Sbd7 7.Dc2
D62 Avböjd damgambit, ortodoxa, Rubinsteinvarianten
1.d4 d5 2.c4 e6 3.Sc3 Sf6 4.Lg5 Le7 5.e3 0-0 6.Sf3 Sbd7 7.Dc2 c5 8.cxd5
D63 Avböjd damgambit, ortodoxa försvaret
1.d4 d5 2.c4 e6 3.Sc3 Sf6 4.Lg5 Le7 5.e3 0-0 6.Sf3 Sbd7 7.Tc1
D64 Avböjd damgambit, ortodoxa, Rubinsteinvarianten
1.d4 d5 2.c4 e6 3.Sc3 Sf6 4.Lg5 Le7 5.e3 0-0 6.Sf3 Sbd7 7.Tc1 c6 8.Dc2
D65 Avböjd damgambit, ortodoxa, Rubinsteinvarianten, huvudvarianten
1.d4 d5 2.c4 e6 3.Sc3 Sf6 4.Lg5 Le7 5.e3 0-0 6.Sf3 Sbd7 7.Tc1 c6 8.Dc2 a6 9.cxd5
D66 Avböjd damgambit, ortodoxa försvaret, Ld3-varianten
1.d4 d5 2.c4 e6 3.Sc3 Sf6 4.Lg5 Le7 5.e3 0-0 6.Sf3 Sbd7 7.Tc1 c6 8.Ld3
D67 Avböjd damgambit, ortodoxa försvaret, Ld3-varianten
1.d4 d5 2.c4 e6 3.Sc3 Sf6 4.Lg5 Le7 5.e3 0-0 6.Sf3 Sbd7 7.Tc1 c6 8.Ld3 dxc4 9.Lxc4 Sd5
D68 Avböjd damgambit, ortodoxa försvaret, klassiska varianten
1.d4 d5 2.c4 e6 3.Sc3 Sf6 4.Lg5 Le7 5.e3 0-0 6.Sf3 Sbd7 7.Tc1 c6 8.Ld3 dxc4 9.Lxc4 Sd5 10.Lxe7 Dxe7 11.0–0 Sxc3 12.Txc3 e5
D69 Avböjd damgambit, ortodoxa försvaret, klassiska varianten, 13.dxe5
1.d4 d5 2.c4 e6 3.Sc3 Sf6 4.Lg5 Le7 5.e3 0-0 6.Sf3 Sbd7 7.Tc1 c6 8.Ld3 dxc4 9.Lxc4 Sd5 10.Lxe7 Dxe7 11.0–0 Sxc3 12.Txc3 e5 13.dxe5

### D70-D99: Grünfeldindiskt försvar
|   | a | b | c | d | e | f | g | h |   |
| 8 | a8 svart torn · b8 svart springare · c8 svart löpare · d8 svart drottning · e8 svart kung · f8 svart löpare · h8 svart torn · a7 svart bonde · b7 svart bonde · c7 svart bonde · d7 svart bonde · e7 svart bonde · f7 svart bonde · h7 svart bonde · f6 svart springare · g6 svart bonde · c4 vit bonde · d4 vit bonde · a2 vit bonde · b2 vit bonde · e2 vit bonde · f2 vit bonde · g2 vit bonde · h2 vit bonde · a1 vit torn · b1 vit springare · c1 vit löpare · d1 vit drottning · e1 vit kung · f1 vit löpare · g1 vit springare · h1 vit torn | a8 svart torn · b8 svart springare · c8 svart löpare · d8 svart drottning · e8 svart kung · f8 svart löpare · h8 svart torn · a7 svart bonde · b7 svart bonde · c7 svart bonde · d7 svart bonde · e7 svart bonde · f7 svart bonde · h7 svart bonde · f6 svart springare · g6 svart bonde · c4 vit bonde · d4 vit bonde · a2 vit bonde · b2 vit bonde · e2 vit bonde · f2 vit bonde · g2 vit bonde · h2 vit bonde · a1 vit torn · b1 vit springare · c1 vit löpare · d1 vit drottning · e1 vit kung · f1 vit löpare · g1 vit springare · h1 vit torn | a8 svart torn · b8 svart springare · c8 svart löpare · d8 svart drottning · e8 svart kung · f8 svart löpare · h8 svart torn · a7 svart bonde · b7 svart bonde · c7 svart bonde · d7 svart bonde · e7 svart bonde · f7 svart bonde · h7 svart bonde · f6 svart springare · g6 svart bonde · c4 vit bonde · d4 vit bonde · a2 vit bonde · b2 vit bonde · e2 vit bonde · f2 vit bonde · g2 vit bonde · h2 vit bonde · a1 vit torn · b1 vit springare · c1 vit löpare · d1 vit drottning · e1 vit kung · f1 vit löpare · g1 vit springare · h1 vit torn | a8 svart torn · b8 svart springare · c8 svart löpare · d8 svart drottning · e8 svart kung · f8 svart löpare · h8 svart torn · a7 svart bonde · b7 svart bonde · c7 svart bonde · d7 svart bonde · e7 svart bonde · f7 svart bonde · h7 svart bonde · f6 svart springare · g6 svart bonde · c4 vit bonde · d4 vit bonde · a2 vit bonde · b2 vit bonde · e2 vit bonde · f2 vit bonde · g2 vit bonde · h2 vit bonde · a1 vit torn · b1 vit springare · c1 vit löpare · d1 vit drottning · e1 vit kung · f1 vit löpare · g1 vit springare · h1 vit torn | a8 svart torn · b8 svart springare · c8 svart löpare · d8 svart drottning · e8 svart kung · f8 svart löpare · h8 svart torn · a7 svart bonde · b7 svart bonde · c7 svart bonde · d7 svart bonde · e7 svart bonde · f7 svart bonde · h7 svart bonde · f6 svart springare · g6 svart bonde · c4 vit bonde · d4 vit bonde · a2 vit bonde · b2 vit bonde · e2 vit bonde · f2 vit bonde · g2 vit bonde · h2 vit bonde · a1 vit torn · b1 vit springare · c1 vit löpare · d1 vit drottning · e1 vit kung · f1 vit löpare · g1 vit springare · h1 vit torn | a8 svart torn · b8 svart springare · c8 svart löpare · d8 svart drottning · e8 svart kung · f8 svart löpare · h8 svart torn · a7 svart bonde · b7 svart bonde · c7 svart bonde · d7 svart bonde · e7 svart bonde · f7 svart bonde · h7 svart bonde · f6 svart springare · g6 svart bonde · c4 vit bonde · d4 vit bonde · a2 vit bonde · b2 vit bonde · e2 vit bonde · f2 vit bonde · g2 vit bonde · h2 vit bonde · a1 vit torn · b1 vit springare · c1 vit löpare · d1 vit drottning · e1 vit kung · f1 vit löpare · g1 vit springare · h1 vit torn | a8 svart torn · b8 svart springare · c8 svart löpare · d8 svart drottning · e8 svart kung · f8 svart löpare · h8 svart torn · a7 svart bonde · b7 svart bonde · c7 svart bonde · d7 svart bonde · e7 svart bonde · f7 svart bonde · h7 svart bonde · f6 svart springare · g6 svart bonde · c4 vit bonde · d4 vit bonde · a2 vit bonde · b2 vit bonde · e2 vit bonde · f2 vit bonde · g2 vit bonde · h2 vit bonde · a1 vit torn · b1 vit springare · c1 vit löpare · d1 vit drottning · e1 vit kung · f1 vit löpare · g1 vit springare · h1 vit torn | a8 svart torn · b8 svart springare · c8 svart löpare · d8 svart drottning · e8 svart kung · f8 svart löpare · h8 svart torn · a7 svart bonde · b7 svart bonde · c7 svart bonde · d7 svart bonde · e7 svart bonde · f7 svart bonde · h7 svart bonde · f6 svart springare · g6 svart bonde · c4 vit bonde · d4 vit bonde · a2 vit bonde · b2 vit bonde · e2 vit bonde · f2 vit bonde · g2 vit bonde · h2 vit bonde · a1 vit torn · b1 vit springare · c1 vit löpare · d1 vit drottning · e1 vit kung · f1 vit löpare · g1 vit springare · h1 vit torn | 8 |
| 7 | a8 svart torn · b8 svart springare · c8 svart löpare · d8 svart drottning · e8 svart kung · f8 svart löpare · h8 svart torn · a7 svart bonde · b7 svart bonde · c7 svart bonde · d7 svart bonde · e7 svart bonde · f7 svart bonde · h7 svart bonde · f6 svart springare · g6 svart bonde · c4 vit bonde · d4 vit bonde · a2 vit bonde · b2 vit bonde · e2 vit bonde · f2 vit bonde · g2 vit bonde · h2 vit bonde · a1 vit torn · b1 vit springare · c1 vit löpare · d1 vit drottning · e1 vit kung · f1 vit löpare · g1 vit springare · h1 vit torn | a8 svart torn · b8 svart springare · c8 svart löpare · d8 svart drottning · e8 svart kung · f8 svart löpare · h8 svart torn · a7 svart bonde · b7 svart bonde · c7 svart bonde · d7 svart bonde · e7 svart bonde · f7 svart bonde · h7 svart bonde · f6 svart springare · g6 svart bonde · c4 vit bonde · d4 vit bonde · a2 vit bonde · b2 vit bonde · e2 vit bonde · f2 vit bonde · g2 vit bonde · h2 vit bonde · a1 vit torn · b1 vit springare · c1 vit löpare · d1 vit drottning · e1 vit kung · f1 vit löpare · g1 vit springare · h1 vit torn | a8 svart torn · b8 svart springare · c8 svart löpare · d8 svart drottning · e8 svart kung · f8 svart löpare · h8 svart torn · a7 svart bonde · b7 svart bonde · c7 svart bonde · d7 svart bonde · e7 svart bonde · f7 svart bonde · h7 svart bonde · f6 svart springare · g6 svart bonde · c4 vit bonde · d4 vit bonde · a2 vit bonde · b2 vit bonde · e2 vit bonde · f2 vit bonde · g2 vit bonde · h2 vit bonde · a1 vit torn · b1 vit springare · c1 vit löpare · d1 vit drottning · e1 vit kung · f1 vit löpare · g1 vit springare · h1 vit torn | a8 svart torn · b8 svart springare · c8 svart löpare · d8 svart drottning · e8 svart kung · f8 svart löpare · h8 svart torn · a7 svart bonde · b7 svart bonde · c7 svart bonde · d7 svart bonde · e7 svart bonde · f7 svart bonde · h7 svart bonde · f6 svart springare · g6 svart bonde · c4 vit bonde · d4 vit bonde · a2 vit bonde · b2 vit bonde · e2 vit bonde · f2 vit bonde · g2 vit bonde · h2 vit bonde · a1 vit torn · b1 vit springare · c1 vit löpare · d1 vit drottning · e1 vit kung · f1 vit löpare · g1 vit springare · h1 vit torn | a8 svart torn · b8 svart springare · c8 svart löpare · d8 svart drottning · e8 svart kung · f8 svart löpare · h8 svart torn · a7 svart bonde · b7 svart bonde · c7 svart bonde · d7 svart bonde · e7 svart bonde · f7 svart bonde · h7 svart bonde · f6 svart springare · g6 svart bonde · c4 vit bonde · d4 vit bonde · a2 vit bonde · b2 vit bonde · e2 vit bonde · f2 vit bonde · g2 vit bonde · h2 vit bonde · a1 vit torn · b1 vit springare · c1 vit löpare · d1 vit drottning · e1 vit kung · f1 vit löpare · g1 vit springare · h1 vit torn | a8 svart torn · b8 svart springare · c8 svart löpare · d8 svart drottning · e8 svart kung · f8 svart löpare · h8 svart torn · a7 svart bonde · b7 svart bonde · c7 svart bonde · d7 svart bonde · e7 svart bonde · f7 svart bonde · h7 svart bonde · f6 svart springare · g6 svart bonde · c4 vit bonde · d4 vit bonde · a2 vit bonde · b2 vit bonde · e2 vit bonde · f2 vit bonde · g2 vit bonde · h2 vit bonde · a1 vit torn · b1 vit springare · c1 vit löpare · d1 vit drottning · e1 vit kung · f1 vit löpare · g1 vit springare · h1 vit torn | a8 svart torn · b8 svart springare · c8 svart löpare · d8 svart drottning · e8 svart kung · f8 svart löpare · h8 svart torn · a7 svart bonde · b7 svart bonde · c7 svart bonde · d7 svart bonde · e7 svart bonde · f7 svart bonde · h7 svart bonde · f6 svart springare · g6 svart bonde · c4 vit bonde · d4 vit bonde · a2 vit bonde · b2 vit bonde · e2 vit bonde · f2 vit bonde · g2 vit bonde · h2 vit bonde · a1 vit torn · b1 vit springare · c1 vit löpare · d1 vit drottning · e1 vit kung · f1 vit löpare · g1 vit springare · h1 vit torn | a8 svart torn · b8 svart springare · c8 svart löpare · d8 svart drottning · e8 svart kung · f8 svart löpare · h8 svart torn · a7 svart bonde · b7 svart bonde · c7 svart bonde · d7 svart bonde · e7 svart bonde · f7 svart bonde · h7 svart bonde · f6 svart springare · g6 svart bonde · c4 vit bonde · d4 vit bonde · a2 vit bonde · b2 vit bonde · e2 vit bonde · f2 vit bonde · g2 vit bonde · h2 vit bonde · a1 vit torn · b1 vit springare · c1 vit löpare · d1 vit drottning · e1 vit kung · f1 vit löpare · g1 vit springare · h1 vit torn | 7 |
| 6 | a8 svart torn · b8 svart springare · c8 svart löpare · d8 svart drottning · e8 svart kung · f8 svart löpare · h8 svart torn · a7 svart bonde · b7 svart bonde · c7 svart bonde · d7 svart bonde · e7 svart bonde · f7 svart bonde · h7 svart bonde · f6 svart springare · g6 svart bonde · c4 vit bonde · d4 vit bonde · a2 vit bonde · b2 vit bonde · e2 vit bonde · f2 vit bonde · g2 vit bonde · h2 vit bonde · a1 vit torn · b1 vit springare · c1 vit löpare · d1 vit drottning · e1 vit kung · f1 vit löpare · g1 vit springare · h1 vit torn | a8 svart torn · b8 svart springare · c8 svart löpare · d8 svart drottning · e8 svart kung · f8 svart löpare · h8 svart torn · a7 svart bonde · b7 svart bonde · c7 svart bonde · d7 svart bonde · e7 svart bonde · f7 svart bonde · h7 svart bonde · f6 svart springare · g6 svart bonde · c4 vit bonde · d4 vit bonde · a2 vit bonde · b2 vit bonde · e2 vit bonde · f2 vit bonde · g2 vit bonde · h2 vit bonde · a1 vit torn · b1 vit springare · c1 vit löpare · d1 vit drottning · e1 vit kung · f1 vit löpare · g1 vit springare · h1 vit torn | a8 svart torn · b8 svart springare · c8 svart löpare · d8 svart drottning · e8 svart kung · f8 svart löpare · h8 svart torn · a7 svart bonde · b7 svart bonde · c7 svart bonde · d7 svart bonde · e7 svart bonde · f7 svart bonde · h7 svart bonde · f6 svart springare · g6 svart bonde · c4 vit bonde · d4 vit bonde · a2 vit bonde · b2 vit bonde · e2 vit bonde · f2 vit bonde · g2 vit bonde · h2 vit bonde · a1 vit torn · b1 vit springare · c1 vit löpare · d1 vit drottning · e1 vit kung · f1 vit löpare · g1 vit springare · h1 vit torn | a8 svart torn · b8 svart springare · c8 svart löpare · d8 svart drottning · e8 svart kung · f8 svart löpare · h8 svart torn · a7 svart bonde · b7 svart bonde · c7 svart bonde · d7 svart bonde · e7 svart bonde · f7 svart bonde · h7 svart bonde · f6 svart springare · g6 svart bonde · c4 vit bonde · d4 vit bonde · a2 vit bonde · b2 vit bonde · e2 vit bonde · f2 vit bonde · g2 vit bonde · h2 vit bonde · a1 vit torn · b1 vit springare · c1 vit löpare · d1 vit drottning · e1 vit kung · f1 vit löpare · g1 vit springare · h1 vit torn | a8 svart torn · b8 svart springare · c8 svart löpare · d8 svart drottning · e8 svart kung · f8 svart löpare · h8 svart torn · a7 svart bonde · b7 svart bonde · c7 svart bonde · d7 svart bonde · e7 svart bonde · f7 svart bonde · h7 svart bonde · f6 svart springare · g6 svart bonde · c4 vit bonde · d4 vit bonde · a2 vit bonde · b2 vit bonde · e2 vit bonde · f2 vit bonde · g2 vit bonde · h2 vit bonde · a1 vit torn · b1 vit springare · c1 vit löpare · d1 vit drottning · e1 vit kung · f1 vit löpare · g1 vit springare · h1 vit torn | a8 svart torn · b8 svart springare · c8 svart löpare · d8 svart drottning · e8 svart kung · f8 svart löpare · h8 svart torn · a7 svart bonde · b7 svart bonde · c7 svart bonde · d7 svart bonde · e7 svart bonde · f7 svart bonde · h7 svart bonde · f6 svart springare · g6 svart bonde · c4 vit bonde · d4 vit bonde · a2 vit bonde · b2 vit bonde · e2 vit bonde · f2 vit bonde · g2 vit bonde · h2 vit bonde · a1 vit torn · b1 vit springare · c1 vit löpare · d1 vit drottning · e1 vit kung · f1 vit löpare · g1 vit springare · h1 vit torn | a8 svart torn · b8 svart springare · c8 svart löpare · d8 svart drottning · e8 svart kung · f8 svart löpare · h8 svart torn · a7 svart bonde · b7 svart bonde · c7 svart bonde · d7 svart bonde · e7 svart bonde · f7 svart bonde · h7 svart bonde · f6 svart springare · g6 svart bonde · c4 vit bonde · d4 vit bonde · a2 vit bonde · b2 vit bonde · e2 vit bonde · f2 vit bonde · g2 vit bonde · h2 vit bonde · a1 vit torn · b1 vit springare · c1 vit löpare · d1 vit drottning · e1 vit kung · f1 vit löpare · g1 vit springare · h1 vit torn | a8 svart torn · b8 svart springare · c8 svart löpare · d8 svart drottning · e8 svart kung · f8 svart löpare · h8 svart torn · a7 svart bonde · b7 svart bonde · c7 svart bonde · d7 svart bonde · e7 svart bonde · f7 svart bonde · h7 svart bonde · f6 svart springare · g6 svart bonde · c4 vit bonde · d4 vit bonde · a2 vit bonde · b2 vit bonde · e2 vit bonde · f2 vit bonde · g2 vit bonde · h2 vit bonde · a1 vit torn · b1 vit springare · c1 vit löpare · d1 vit drottning · e1 vit kung · f1 vit löpare · g1 vit springare · h1 vit torn | 6 |
| 5 | a8 svart torn · b8 svart springare · c8 svart löpare · d8 svart drottning · e8 svart kung · f8 svart löpare · h8 svart torn · a7 svart bonde · b7 svart bonde · c7 svart bonde · d7 svart bonde · e7 svart bonde · f7 svart bonde · h7 svart bonde · f6 svart springare · g6 svart bonde · c4 vit bonde · d4 vit bonde · a2 vit bonde · b2 vit bonde · e2 vit bonde · f2 vit bonde · g2 vit bonde · h2 vit bonde · a1 vit torn · b1 vit springare · c1 vit löpare · d1 vit drottning · e1 vit kung · f1 vit löpare · g1 vit springare · h1 vit torn | a8 svart torn · b8 svart springare · c8 svart löpare · d8 svart drottning · e8 svart kung · f8 svart löpare · h8 svart torn · a7 svart bonde · b7 svart bonde · c7 svart bonde · d7 svart bonde · e7 svart bonde · f7 svart bonde · h7 svart bonde · f6 svart springare · g6 svart bonde · c4 vit bonde · d4 vit bonde · a2 vit bonde · b2 vit bonde · e2 vit bonde · f2 vit bonde · g2 vit bonde · h2 vit bonde · a1 vit torn · b1 vit springare · c1 vit löpare · d1 vit drottning · e1 vit kung · f1 vit löpare · g1 vit springare · h1 vit torn | a8 svart torn · b8 svart springare · c8 svart löpare · d8 svart drottning · e8 svart kung · f8 svart löpare · h8 svart torn · a7 svart bonde · b7 svart bonde · c7 svart bonde · d7 svart bonde · e7 svart bonde · f7 svart bonde · h7 svart bonde · f6 svart springare · g6 svart bonde · c4 vit bonde · d4 vit bonde · a2 vit bonde · b2 vit bonde · e2 vit bonde · f2 vit bonde · g2 vit bonde · h2 vit bonde · a1 vit torn · b1 vit springare · c1 vit löpare · d1 vit drottning · e1 vit kung · f1 vit löpare · g1 vit springare · h1 vit torn | a8 svart torn · b8 svart springare · c8 svart löpare · d8 svart drottning · e8 svart kung · f8 svart löpare · h8 svart torn · a7 svart bonde · b7 svart bonde · c7 svart bonde · d7 svart bonde · e7 svart bonde · f7 svart bonde · h7 svart bonde · f6 svart springare · g6 svart bonde · c4 vit bonde · d4 vit bonde · a2 vit bonde · b2 vit bonde · e2 vit bonde · f2 vit bonde · g2 vit bonde · h2 vit bonde · a1 vit torn · b1 vit springare · c1 vit löpare · d1 vit drottning · e1 vit kung · f1 vit löpare · g1 vit springare · h1 vit torn | a8 svart torn · b8 svart springare · c8 svart löpare · d8 svart drottning · e8 svart kung · f8 svart löpare · h8 svart torn · a7 svart bonde · b7 svart bonde · c7 svart bonde · d7 svart bonde · e7 svart bonde · f7 svart bonde · h7 svart bonde · f6 svart springare · g6 svart bonde · c4 vit bonde · d4 vit bonde · a2 vit bonde · b2 vit bonde · e2 vit bonde · f2 vit bonde · g2 vit bonde · h2 vit bonde · a1 vit torn · b1 vit springare · c1 vit löpare · d1 vit drottning · e1 vit kung · f1 vit löpare · g1 vit springare · h1 vit torn | a8 svart torn · b8 svart springare · c8 svart löpare · d8 svart drottning · e8 svart kung · f8 svart löpare · h8 svart torn · a7 svart bonde · b7 svart bonde · c7 svart bonde · d7 svart bonde · e7 svart bonde · f7 svart bonde · h7 svart bonde · f6 svart springare · g6 svart bonde · c4 vit bonde · d4 vit bonde · a2 vit bonde · b2 vit bonde · e2 vit bonde · f2 vit bonde · g2 vit bonde · h2 vit bonde · a1 vit torn · b1 vit springare · c1 vit löpare · d1 vit drottning · e1 vit kung · f1 vit löpare · g1 vit springare · h1 vit torn | a8 svart torn · b8 svart springare · c8 svart löpare · d8 svart drottning · e8 svart kung · f8 svart löpare · h8 svart torn · a7 svart bonde · b7 svart bonde · c7 svart bonde · d7 svart bonde · e7 svart bonde · f7 svart bonde · h7 svart bonde · f6 svart springare · g6 svart bonde · c4 vit bonde · d4 vit bonde · a2 vit bonde · b2 vit bonde · e2 vit bonde · f2 vit bonde · g2 vit bonde · h2 vit bonde · a1 vit torn · b1 vit springare · c1 vit löpare · d1 vit drottning · e1 vit kung · f1 vit löpare · g1 vit springare · h1 vit torn | a8 svart torn · b8 svart springare · c8 svart löpare · d8 svart drottning · e8 svart kung · f8 svart löpare · h8 svart torn · a7 svart bonde · b7 svart bonde · c7 svart bonde · d7 svart bonde · e7 svart bonde · f7 svart bonde · h7 svart bonde · f6 svart springare · g6 svart bonde · c4 vit bonde · d4 vit bonde · a2 vit bonde · b2 vit bonde · e2 vit bonde · f2 vit bonde · g2 vit bonde · h2 vit bonde · a1 vit torn · b1 vit springare · c1 vit löpare · d1 vit drottning · e1 vit kung · f1 vit löpare · g1 vit springare · h1 vit torn | 5 |
| 4 | a8 svart torn · b8 svart springare · c8 svart löpare · d8 svart drottning · e8 svart kung · f8 svart löpare · h8 svart torn · a7 svart bonde · b7 svart bonde · c7 svart bonde · d7 svart bonde · e7 svart bonde · f7 svart bonde · h7 svart bonde · f6 svart springare · g6 svart bonde · c4 vit bonde · d4 vit bonde · a2 vit bonde · b2 vit bonde · e2 vit bonde · f2 vit bonde · g2 vit bonde · h2 vit bonde · a1 vit torn · b1 vit springare · c1 vit löpare · d1 vit drottning · e1 vit kung · f1 vit löpare · g1 vit springare · h1 vit torn | a8 svart torn · b8 svart springare · c8 svart löpare · d8 svart drottning · e8 svart kung · f8 svart löpare · h8 svart torn · a7 svart bonde · b7 svart bonde · c7 svart bonde · d7 svart bonde · e7 svart bonde · f7 svart bonde · h7 svart bonde · f6 svart springare · g6 svart bonde · c4 vit bonde · d4 vit bonde · a2 vit bonde · b2 vit bonde · e2 vit bonde · f2 vit bonde · g2 vit bonde · h2 vit bonde · a1 vit torn · b1 vit springare · c1 vit löpare · d1 vit drottning · e1 vit kung · f1 vit löpare · g1 vit springare · h1 vit torn | a8 svart torn · b8 svart springare · c8 svart löpare · d8 svart drottning · e8 svart kung · f8 svart löpare · h8 svart torn · a7 svart bonde · b7 svart bonde · c7 svart bonde · d7 svart bonde · e7 svart bonde · f7 svart bonde · h7 svart bonde · f6 svart springare · g6 svart bonde · c4 vit bonde · d4 vit bonde · a2 vit bonde · b2 vit bonde · e2 vit bonde · f2 vit bonde · g2 vit bonde · h2 vit bonde · a1 vit torn · b1 vit springare · c1 vit löpare · d1 vit drottning · e1 vit kung · f1 vit löpare · g1 vit springare · h1 vit torn | a8 svart torn · b8 svart springare · c8 svart löpare · d8 svart drottning · e8 svart kung · f8 svart löpare · h8 svart torn · a7 svart bonde · b7 svart bonde · c7 svart bonde · d7 svart bonde · e7 svart bonde · f7 svart bonde · h7 svart bonde · f6 svart springare · g6 svart bonde · c4 vit bonde · d4 vit bonde · a2 vit bonde · b2 vit bonde · e2 vit bonde · f2 vit bonde · g2 vit bonde · h2 vit bonde · a1 vit torn · b1 vit springare · c1 vit löpare · d1 vit drottning · e1 vit kung · f1 vit löpare · g1 vit springare · h1 vit torn | a8 svart torn · b8 svart springare · c8 svart löpare · d8 svart drottning · e8 svart kung · f8 svart löpare · h8 svart torn · a7 svart bonde · b7 svart bonde · c7 svart bonde · d7 svart bonde · e7 svart bonde · f7 svart bonde · h7 svart bonde · f6 svart springare · g6 svart bonde · c4 vit bonde · d4 vit bonde · a2 vit bonde · b2 vit bonde · e2 vit bonde · f2 vit bonde · g2 vit bonde · h2 vit bonde · a1 vit torn · b1 vit springare · c1 vit löpare · d1 vit drottning · e1 vit kung · f1 vit löpare · g1 vit springare · h1 vit torn | a8 svart torn · b8 svart springare · c8 svart löpare · d8 svart drottning · e8 svart kung · f8 svart löpare · h8 svart torn · a7 svart bonde · b7 svart bonde · c7 svart bonde · d7 svart bonde · e7 svart bonde · f7 svart bonde · h7 svart bonde · f6 svart springare · g6 svart bonde · c4 vit bonde · d4 vit bonde · a2 vit bonde · b2 vit bonde · e2 vit bonde · f2 vit bonde · g2 vit bonde · h2 vit bonde · a1 vit torn · b1 vit springare · c1 vit löpare · d1 vit drottning · e1 vit kung · f1 vit löpare · g1 vit springare · h1 vit torn | a8 svart torn · b8 svart springare · c8 svart löpare · d8 svart drottning · e8 svart kung · f8 svart löpare · h8 svart torn · a7 svart bonde · b7 svart bonde · c7 svart bonde · d7 svart bonde · e7 svart bonde · f7 svart bonde · h7 svart bonde · f6 svart springare · g6 svart bonde · c4 vit bonde · d4 vit bonde · a2 vit bonde · b2 vit bonde · e2 vit bonde · f2 vit bonde · g2 vit bonde · h2 vit bonde · a1 vit torn · b1 vit springare · c1 vit löpare · d1 vit drottning · e1 vit kung · f1 vit löpare · g1 vit springare · h1 vit torn | a8 svart torn · b8 svart springare · c8 svart löpare · d8 svart drottning · e8 svart kung · f8 svart löpare · h8 svart torn · a7 svart bonde · b7 svart bonde · c7 svart bonde · d7 svart bonde · e7 svart bonde · f7 svart bonde · h7 svart bonde · f6 svart springare · g6 svart bonde · c4 vit bonde · d4 vit bonde · a2 vit bonde · b2 vit bonde · e2 vit bonde · f2 vit bonde · g2 vit bonde · h2 vit bonde · a1 vit torn · b1 vit springare · c1 vit löpare · d1 vit drottning · e1 vit kung · f1 vit löpare · g1 vit springare · h1 vit torn | 4 |
| 3 | a8 svart torn · b8 svart springare · c8 svart löpare · d8 svart drottning · e8 svart kung · f8 svart löpare · h8 svart torn · a7 svart bonde · b7 svart bonde · c7 svart bonde · d7 svart bonde · e7 svart bonde · f7 svart bonde · h7 svart bonde · f6 svart springare · g6 svart bonde · c4 vit bonde · d4 vit bonde · a2 vit bonde · b2 vit bonde · e2 vit bonde · f2 vit bonde · g2 vit bonde · h2 vit bonde · a1 vit torn · b1 vit springare · c1 vit löpare · d1 vit drottning · e1 vit kung · f1 vit löpare · g1 vit springare · h1 vit torn | a8 svart torn · b8 svart springare · c8 svart löpare · d8 svart drottning · e8 svart kung · f8 svart löpare · h8 svart torn · a7 svart bonde · b7 svart bonde · c7 svart bonde · d7 svart bonde · e7 svart bonde · f7 svart bonde · h7 svart bonde · f6 svart springare · g6 svart bonde · c4 vit bonde · d4 vit bonde · a2 vit bonde · b2 vit bonde · e2 vit bonde · f2 vit bonde · g2 vit bonde · h2 vit bonde · a1 vit torn · b1 vit springare · c1 vit löpare · d1 vit drottning · e1 vit kung · f1 vit löpare · g1 vit springare · h1 vit torn | a8 svart torn · b8 svart springare · c8 svart löpare · d8 svart drottning · e8 svart kung · f8 svart löpare · h8 svart torn · a7 svart bonde · b7 svart bonde · c7 svart bonde · d7 svart bonde · e7 svart bonde · f7 svart bonde · h7 svart bonde · f6 svart springare · g6 svart bonde · c4 vit bonde · d4 vit bonde · a2 vit bonde · b2 vit bonde · e2 vit bonde · f2 vit bonde · g2 vit bonde · h2 vit bonde · a1 vit torn · b1 vit springare · c1 vit löpare · d1 vit drottning · e1 vit kung · f1 vit löpare · g1 vit springare · h1 vit torn | a8 svart torn · b8 svart springare · c8 svart löpare · d8 svart drottning · e8 svart kung · f8 svart löpare · h8 svart torn · a7 svart bonde · b7 svart bonde · c7 svart bonde · d7 svart bonde · e7 svart bonde · f7 svart bonde · h7 svart bonde · f6 svart springare · g6 svart bonde · c4 vit bonde · d4 vit bonde · a2 vit bonde · b2 vit bonde · e2 vit bonde · f2 vit bonde · g2 vit bonde · h2 vit bonde · a1 vit torn · b1 vit springare · c1 vit löpare · d1 vit drottning · e1 vit kung · f1 vit löpare · g1 vit springare · h1 vit torn | a8 svart torn · b8 svart springare · c8 svart löpare · d8 svart drottning · e8 svart kung · f8 svart löpare · h8 svart torn · a7 svart bonde · b7 svart bonde · c7 svart bonde · d7 svart bonde · e7 svart bonde · f7 svart bonde · h7 svart bonde · f6 svart springare · g6 svart bonde · c4 vit bonde · d4 vit bonde · a2 vit bonde · b2 vit bonde · e2 vit bonde · f2 vit bonde · g2 vit bonde · h2 vit bonde · a1 vit torn · b1 vit springare · c1 vit löpare · d1 vit drottning · e1 vit kung · f1 vit löpare · g1 vit springare · h1 vit torn | a8 svart torn · b8 svart springare · c8 svart löpare · d8 svart drottning · e8 svart kung · f8 svart löpare · h8 svart torn · a7 svart bonde · b7 svart bonde · c7 svart bonde · d7 svart bonde · e7 svart bonde · f7 svart bonde · h7 svart bonde · f6 svart springare · g6 svart bonde · c4 vit bonde · d4 vit bonde · a2 vit bonde · b2 vit bonde · e2 vit bonde · f2 vit bonde · g2 vit bonde · h2 vit bonde · a1 vit torn · b1 vit springare · c1 vit löpare · d1 vit drottning · e1 vit kung · f1 vit löpare · g1 vit springare · h1 vit torn | a8 svart torn · b8 svart springare · c8 svart löpare · d8 svart drottning · e8 svart kung · f8 svart löpare · h8 svart torn · a7 svart bonde · b7 svart bonde · c7 svart bonde · d7 svart bonde · e7 svart bonde · f7 svart bonde · h7 svart bonde · f6 svart springare · g6 svart bonde · c4 vit bonde · d4 vit bonde · a2 vit bonde · b2 vit bonde · e2 vit bonde · f2 vit bonde · g2 vit bonde · h2 vit bonde · a1 vit torn · b1 vit springare · c1 vit löpare · d1 vit drottning · e1 vit kung · f1 vit löpare · g1 vit springare · h1 vit torn | a8 svart torn · b8 svart springare · c8 svart löpare · d8 svart drottning · e8 svart kung · f8 svart löpare · h8 svart torn · a7 svart bonde · b7 svart bonde · c7 svart bonde · d7 svart bonde · e7 svart bonde · f7 svart bonde · h7 svart bonde · f6 svart springare · g6 svart bonde · c4 vit bonde · d4 vit bonde · a2 vit bonde · b2 vit bonde · e2 vit bonde · f2 vit bonde · g2 vit bonde · h2 vit bonde · a1 vit torn · b1 vit springare · c1 vit löpare · d1 vit drottning · e1 vit kung · f1 vit löpare · g1 vit springare · h1 vit torn | 3 |
| 2 | a8 svart torn · b8 svart springare · c8 svart löpare · d8 svart drottning · e8 svart kung · f8 svart löpare · h8 svart torn · a7 svart bonde · b7 svart bonde · c7 svart bonde · d7 svart bonde · e7 svart bonde · f7 svart bonde · h7 svart bonde · f6 svart springare · g6 svart bonde · c4 vit bonde · d4 vit bonde · a2 vit bonde · b2 vit bonde · e2 vit bonde · f2 vit bonde · g2 vit bonde · h2 vit bonde · a1 vit torn · b1 vit springare · c1 vit löpare · d1 vit drottning · e1 vit kung · f1 vit löpare · g1 vit springare · h1 vit torn | a8 svart torn · b8 svart springare · c8 svart löpare · d8 svart drottning · e8 svart kung · f8 svart löpare · h8 svart torn · a7 svart bonde · b7 svart bonde · c7 svart bonde · d7 svart bonde · e7 svart bonde · f7 svart bonde · h7 svart bonde · f6 svart springare · g6 svart bonde · c4 vit bonde · d4 vit bonde · a2 vit bonde · b2 vit bonde · e2 vit bonde · f2 vit bonde · g2 vit bonde · h2 vit bonde · a1 vit torn · b1 vit springare · c1 vit löpare · d1 vit drottning · e1 vit kung · f1 vit löpare · g1 vit springare · h1 vit torn | a8 svart torn · b8 svart springare · c8 svart löpare · d8 svart drottning · e8 svart kung · f8 svart löpare · h8 svart torn · a7 svart bonde · b7 svart bonde · c7 svart bonde · d7 svart bonde · e7 svart bonde · f7 svart bonde · h7 svart bonde · f6 svart springare · g6 svart bonde · c4 vit bonde · d4 vit bonde · a2 vit bonde · b2 vit bonde · e2 vit bonde · f2 vit bonde · g2 vit bonde · h2 vit bonde · a1 vit torn · b1 vit springare · c1 vit löpare · d1 vit drottning · e1 vit kung · f1 vit löpare · g1 vit springare · h1 vit torn | a8 svart torn · b8 svart springare · c8 svart löpare · d8 svart drottning · e8 svart kung · f8 svart löpare · h8 svart torn · a7 svart bonde · b7 svart bonde · c7 svart bonde · d7 svart bonde · e7 svart bonde · f7 svart bonde · h7 svart bonde · f6 svart springare · g6 svart bonde · c4 vit bonde · d4 vit bonde · a2 vit bonde · b2 vit bonde · e2 vit bonde · f2 vit bonde · g2 vit bonde · h2 vit bonde · a1 vit torn · b1 vit springare · c1 vit löpare · d1 vit drottning · e1 vit kung · f1 vit löpare · g1 vit springare · h1 vit torn | a8 svart torn · b8 svart springare · c8 svart löpare · d8 svart drottning · e8 svart kung · f8 svart löpare · h8 svart torn · a7 svart bonde · b7 svart bonde · c7 svart bonde · d7 svart bonde · e7 svart bonde · f7 svart bonde · h7 svart bonde · f6 svart springare · g6 svart bonde · c4 vit bonde · d4 vit bonde · a2 vit bonde · b2 vit bonde · e2 vit bonde · f2 vit bonde · g2 vit bonde · h2 vit bonde · a1 vit torn · b1 vit springare · c1 vit löpare · d1 vit drottning · e1 vit kung · f1 vit löpare · g1 vit springare · h1 vit torn | a8 svart torn · b8 svart springare · c8 svart löpare · d8 svart drottning · e8 svart kung · f8 svart löpare · h8 svart torn · a7 svart bonde · b7 svart bonde · c7 svart bonde · d7 svart bonde · e7 svart bonde · f7 svart bonde · h7 svart bonde · f6 svart springare · g6 svart bonde · c4 vit bonde · d4 vit bonde · a2 vit bonde · b2 vit bonde · e2 vit bonde · f2 vit bonde · g2 vit bonde · h2 vit bonde · a1 vit torn · b1 vit springare · c1 vit löpare · d1 vit drottning · e1 vit kung · f1 vit löpare · g1 vit springare · h1 vit torn | a8 svart torn · b8 svart springare · c8 svart löpare · d8 svart drottning · e8 svart kung · f8 svart löpare · h8 svart torn · a7 svart bonde · b7 svart bonde · c7 svart bonde · d7 svart bonde · e7 svart bonde · f7 svart bonde · h7 svart bonde · f6 svart springare · g6 svart bonde · c4 vit bonde · d4 vit bonde · a2 vit bonde · b2 vit bonde · e2 vit bonde · f2 vit bonde · g2 vit bonde · h2 vit bonde · a1 vit torn · b1 vit springare · c1 vit löpare · d1 vit drottning · e1 vit kung · f1 vit löpare · g1 vit springare · h1 vit torn | a8 svart torn · b8 svart springare · c8 svart löpare · d8 svart drottning · e8 svart kung · f8 svart löpare · h8 svart torn · a7 svart bonde · b7 svart bonde · c7 svart bonde · d7 svart bonde · e7 svart bonde · f7 svart bonde · h7 svart bonde · f6 svart springare · g6 svart bonde · c4 vit bonde · d4 vit bonde · a2 vit bonde · b2 vit bonde · e2 vit bonde · f2 vit bonde · g2 vit bonde · h2 vit bonde · a1 vit torn · b1 vit springare · c1 vit löpare · d1 vit drottning · e1 vit kung · f1 vit löpare · g1 vit springare · h1 vit torn | 2 |
| 1 | a8 svart torn · b8 svart springare · c8 svart löpare · d8 svart drottning · e8 svart kung · f8 svart löpare · h8 svart torn · a7 svart bonde · b7 svart bonde · c7 svart bonde · d7 svart bonde · e7 svart bonde · f7 svart bonde · h7 svart bonde · f6 svart springare · g6 svart bonde · c4 vit bonde · d4 vit bonde · a2 vit bonde · b2 vit bonde · e2 vit bonde · f2 vit bonde · g2 vit bonde · h2 vit bonde · a1 vit torn · b1 vit springare · c1 vit löpare · d1 vit drottning · e1 vit kung · f1 vit löpare · g1 vit springare · h1 vit torn | a8 svart torn · b8 svart springare · c8 svart löpare · d8 svart drottning · e8 svart kung · f8 svart löpare · h8 svart torn · a7 svart bonde · b7 svart bonde · c7 svart bonde · d7 svart bonde · e7 svart bonde · f7 svart bonde · h7 svart bonde · f6 svart springare · g6 svart bonde · c4 vit bonde · d4 vit bonde · a2 vit bonde · b2 vit bonde · e2 vit bonde · f2 vit bonde · g2 vit bonde · h2 vit bonde · a1 vit torn · b1 vit springare · c1 vit löpare · d1 vit drottning · e1 vit kung · f1 vit löpare · g1 vit springare · h1 vit torn | a8 svart torn · b8 svart springare · c8 svart löpare · d8 svart drottning · e8 svart kung · f8 svart löpare · h8 svart torn · a7 svart bonde · b7 svart bonde · c7 svart bonde · d7 svart bonde · e7 svart bonde · f7 svart bonde · h7 svart bonde · f6 svart springare · g6 svart bonde · c4 vit bonde · d4 vit bonde · a2 vit bonde · b2 vit bonde · e2 vit bonde · f2 vit bonde · g2 vit bonde · h2 vit bonde · a1 vit torn · b1 vit springare · c1 vit löpare · d1 vit drottning · e1 vit kung · f1 vit löpare · g1 vit springare · h1 vit torn | a8 svart torn · b8 svart springare · c8 svart löpare · d8 svart drottning · e8 svart kung · f8 svart löpare · h8 svart torn · a7 svart bonde · b7 svart bonde · c7 svart bonde · d7 svart bonde · e7 svart bonde · f7 svart bonde · h7 svart bonde · f6 svart springare · g6 svart bonde · c4 vit bonde · d4 vit bonde · a2 vit bonde · b2 vit bonde · e2 vit bonde · f2 vit bonde · g2 vit bonde · h2 vit bonde · a1 vit torn · b1 vit springare · c1 vit löpare · d1 vit drottning · e1 vit kung · f1 vit löpare · g1 vit springare · h1 vit torn | a8 svart torn · b8 svart springare · c8 svart löpare · d8 svart drottning · e8 svart kung · f8 svart löpare · h8 svart torn · a7 svart bonde · b7 svart bonde · c7 svart bonde · d7 svart bonde · e7 svart bonde · f7 svart bonde · h7 svart bonde · f6 svart springare · g6 svart bonde · c4 vit bonde · d4 vit bonde · a2 vit bonde · b2 vit bonde · e2 vit bonde · f2 vit bonde · g2 vit bonde · h2 vit bonde · a1 vit torn · b1 vit springare · c1 vit löpare · d1 vit drottning · e1 vit kung · f1 vit löpare · g1 vit springare · h1 vit torn | a8 svart torn · b8 svart springare · c8 svart löpare · d8 svart drottning · e8 svart kung · f8 svart löpare · h8 svart torn · a7 svart bonde · b7 svart bonde · c7 svart bonde · d7 svart bonde · e7 svart bonde · f7 svart bonde · h7 svart bonde · f6 svart springare · g6 svart bonde · c4 vit bonde · d4 vit bonde · a2 vit bonde · b2 vit bonde · e2 vit bonde · f2 vit bonde · g2 vit bonde · h2 vit bonde · a1 vit torn · b1 vit springare · c1 vit löpare · d1 vit drottning · e1 vit kung · f1 vit löpare · g1 vit springare · h1 vit torn | a8 svart torn · b8 svart springare · c8 svart löpare · d8 svart drottning · e8 svart kung · f8 svart löpare · h8 svart torn · a7 svart bonde · b7 svart bonde · c7 svart bonde · d7 svart bonde · e7 svart bonde · f7 svart bonde · h7 svart bonde · f6 svart springare · g6 svart bonde · c4 vit bonde · d4 vit bonde · a2 vit bonde · b2 vit bonde · e2 vit bonde · f2 vit bonde · g2 vit bonde · h2 vit bonde · a1 vit torn · b1 vit springare · c1 vit löpare · d1 vit drottning · e1 vit kung · f1 vit löpare · g1 vit springare · h1 vit torn | a8 svart torn · b8 svart springare · c8 svart löpare · d8 svart drottning · e8 svart kung · f8 svart löpare · h8 svart torn · a7 svart bonde · b7 svart bonde · c7 svart bonde · d7 svart bonde · e7 svart bonde · f7 svart bonde · h7 svart bonde · f6 svart springare · g6 svart bonde · c4 vit bonde · d4 vit bonde · a2 vit bonde · b2 vit bonde · e2 vit bonde · f2 vit bonde · g2 vit bonde · h2 vit bonde · a1 vit torn · b1 vit springare · c1 vit löpare · d1 vit drottning · e1 vit kung · f1 vit löpare · g1 vit springare · h1 vit torn | 1 |
|   | a | b | c | d | e | f | g | h |   |

D70 Neo-Grünfeld
1.d4 Sf6 2.c4 g6 3.f3 d5
D71 Neo-Grünfeld
1.d4 Sf6 2.c4 g6 3.g3 d5
D72 Neo-Grünfeld, 5.cxd5, huvudvarianten
1.d4 Sf6 2.c4 g6 3.g3 d5 4.Lg2 Lg7 5.cxd5 Sxd5 6.e4 Sb6 7.Se2
D73 Neo-Grünfeld, 5.Sf3
1.d4 Sf6 2.c4 g6 3.g3 d5 4.Lg2 Lg7 5.Sf3
D74 Neo-Grünfeld, 6.cxd5 Sxd5, 7.0-0
1.d4 Sf6 2.c4 g6 3.g3 d5 4.Lg2 Lg7 5.Sf3 0-0 6.cxd5 Sxd5 7.0-0
D75 Neo-Grünfeld, 6.cxd5 Sxd5, 7.0-0 c5, 8.dxc5
1.d4 Sf6 2.c4 g6 3.g3 d5 4.Lg2 Lg7 5.Sf3 0-0 6.cxd5 Sxd5 7.0-0 c5 8.dxc5
D76 Neo-Grünfeld, 6.cxd5 Sxd5, 7.0-0 Sb6
1.d4 Sf6 2.c4 g6 3.g3 d5 4.Lg2 Lg7 5.Sf3 0-0 6.cxd5 Sxd5 7.0-0 Sb6
D77 Neo-Grünfeld, 6.0-0
1.d4 Sf6 2.c4 g6 3.g3 d5 4.Lg2 Lg7 5.Sf3 0-0 6.0-0
D78 Neo-Grünfeld, 6.0-0 c6
1.d4 Sf6 2.c4 g6 3.g3 d5 4.Lg2 Lg7 5.Sf3 0-0 6.0-0 c6
D79 Neo-Grünfeld, 6.0-0, huvudvarianten
1.d4 Sf6 2.c4 g6 3.g3 d5 4.Lg2 Lg7 5.Sf3 0-0 6.0-0 c6 7.cxd5 cxd5
|   | a | b | c | d | e | f | g | h |   |
| 8 | a8 svart torn · b8 svart springare · c8 svart löpare · d8 svart drottning · e8 svart kung · f8 svart löpare · h8 svart torn · a7 svart bonde · b7 svart bonde · c7 svart bonde · e7 svart bonde · f7 svart bonde · h7 svart bonde · f6 svart springare · g6 svart bonde · d5 svart bonde · c4 vit bonde · d4 vit bonde · c3 vit springare · a2 vit bonde · b2 vit bonde · e2 vit bonde · f2 vit bonde · g2 vit bonde · h2 vit bonde · a1 vit torn · c1 vit löpare · d1 vit drottning · e1 vit kung · f1 vit löpare · g1 vit springare · h1 vit torn | a8 svart torn · b8 svart springare · c8 svart löpare · d8 svart drottning · e8 svart kung · f8 svart löpare · h8 svart torn · a7 svart bonde · b7 svart bonde · c7 svart bonde · e7 svart bonde · f7 svart bonde · h7 svart bonde · f6 svart springare · g6 svart bonde · d5 svart bonde · c4 vit bonde · d4 vit bonde · c3 vit springare · a2 vit bonde · b2 vit bonde · e2 vit bonde · f2 vit bonde · g2 vit bonde · h2 vit bonde · a1 vit torn · c1 vit löpare · d1 vit drottning · e1 vit kung · f1 vit löpare · g1 vit springare · h1 vit torn | a8 svart torn · b8 svart springare · c8 svart löpare · d8 svart drottning · e8 svart kung · f8 svart löpare · h8 svart torn · a7 svart bonde · b7 svart bonde · c7 svart bonde · e7 svart bonde · f7 svart bonde · h7 svart bonde · f6 svart springare · g6 svart bonde · d5 svart bonde · c4 vit bonde · d4 vit bonde · c3 vit springare · a2 vit bonde · b2 vit bonde · e2 vit bonde · f2 vit bonde · g2 vit bonde · h2 vit bonde · a1 vit torn · c1 vit löpare · d1 vit drottning · e1 vit kung · f1 vit löpare · g1 vit springare · h1 vit torn | a8 svart torn · b8 svart springare · c8 svart löpare · d8 svart drottning · e8 svart kung · f8 svart löpare · h8 svart torn · a7 svart bonde · b7 svart bonde · c7 svart bonde · e7 svart bonde · f7 svart bonde · h7 svart bonde · f6 svart springare · g6 svart bonde · d5 svart bonde · c4 vit bonde · d4 vit bonde · c3 vit springare · a2 vit bonde · b2 vit bonde · e2 vit bonde · f2 vit bonde · g2 vit bonde · h2 vit bonde · a1 vit torn · c1 vit löpare · d1 vit drottning · e1 vit kung · f1 vit löpare · g1 vit springare · h1 vit torn | a8 svart torn · b8 svart springare · c8 svart löpare · d8 svart drottning · e8 svart kung · f8 svart löpare · h8 svart torn · a7 svart bonde · b7 svart bonde · c7 svart bonde · e7 svart bonde · f7 svart bonde · h7 svart bonde · f6 svart springare · g6 svart bonde · d5 svart bonde · c4 vit bonde · d4 vit bonde · c3 vit springare · a2 vit bonde · b2 vit bonde · e2 vit bonde · f2 vit bonde · g2 vit bonde · h2 vit bonde · a1 vit torn · c1 vit löpare · d1 vit drottning · e1 vit kung · f1 vit löpare · g1 vit springare · h1 vit torn | a8 svart torn · b8 svart springare · c8 svart löpare · d8 svart drottning · e8 svart kung · f8 svart löpare · h8 svart torn · a7 svart bonde · b7 svart bonde · c7 svart bonde · e7 svart bonde · f7 svart bonde · h7 svart bonde · f6 svart springare · g6 svart bonde · d5 svart bonde · c4 vit bonde · d4 vit bonde · c3 vit springare · a2 vit bonde · b2 vit bonde · e2 vit bonde · f2 vit bonde · g2 vit bonde · h2 vit bonde · a1 vit torn · c1 vit löpare · d1 vit drottning · e1 vit kung · f1 vit löpare · g1 vit springare · h1 vit torn | a8 svart torn · b8 svart springare · c8 svart löpare · d8 svart drottning · e8 svart kung · f8 svart löpare · h8 svart torn · a7 svart bonde · b7 svart bonde · c7 svart bonde · e7 svart bonde · f7 svart bonde · h7 svart bonde · f6 svart springare · g6 svart bonde · d5 svart bonde · c4 vit bonde · d4 vit bonde · c3 vit springare · a2 vit bonde · b2 vit bonde · e2 vit bonde · f2 vit bonde · g2 vit bonde · h2 vit bonde · a1 vit torn · c1 vit löpare · d1 vit drottning · e1 vit kung · f1 vit löpare · g1 vit springare · h1 vit torn | a8 svart torn · b8 svart springare · c8 svart löpare · d8 svart drottning · e8 svart kung · f8 svart löpare · h8 svart torn · a7 svart bonde · b7 svart bonde · c7 svart bonde · e7 svart bonde · f7 svart bonde · h7 svart bonde · f6 svart springare · g6 svart bonde · d5 svart bonde · c4 vit bonde · d4 vit bonde · c3 vit springare · a2 vit bonde · b2 vit bonde · e2 vit bonde · f2 vit bonde · g2 vit bonde · h2 vit bonde · a1 vit torn · c1 vit löpare · d1 vit drottning · e1 vit kung · f1 vit löpare · g1 vit springare · h1 vit torn | 8 |
| 7 | a8 svart torn · b8 svart springare · c8 svart löpare · d8 svart drottning · e8 svart kung · f8 svart löpare · h8 svart torn · a7 svart bonde · b7 svart bonde · c7 svart bonde · e7 svart bonde · f7 svart bonde · h7 svart bonde · f6 svart springare · g6 svart bonde · d5 svart bonde · c4 vit bonde · d4 vit bonde · c3 vit springare · a2 vit bonde · b2 vit bonde · e2 vit bonde · f2 vit bonde · g2 vit bonde · h2 vit bonde · a1 vit torn · c1 vit löpare · d1 vit drottning · e1 vit kung · f1 vit löpare · g1 vit springare · h1 vit torn | a8 svart torn · b8 svart springare · c8 svart löpare · d8 svart drottning · e8 svart kung · f8 svart löpare · h8 svart torn · a7 svart bonde · b7 svart bonde · c7 svart bonde · e7 svart bonde · f7 svart bonde · h7 svart bonde · f6 svart springare · g6 svart bonde · d5 svart bonde · c4 vit bonde · d4 vit bonde · c3 vit springare · a2 vit bonde · b2 vit bonde · e2 vit bonde · f2 vit bonde · g2 vit bonde · h2 vit bonde · a1 vit torn · c1 vit löpare · d1 vit drottning · e1 vit kung · f1 vit löpare · g1 vit springare · h1 vit torn | a8 svart torn · b8 svart springare · c8 svart löpare · d8 svart drottning · e8 svart kung · f8 svart löpare · h8 svart torn · a7 svart bonde · b7 svart bonde · c7 svart bonde · e7 svart bonde · f7 svart bonde · h7 svart bonde · f6 svart springare · g6 svart bonde · d5 svart bonde · c4 vit bonde · d4 vit bonde · c3 vit springare · a2 vit bonde · b2 vit bonde · e2 vit bonde · f2 vit bonde · g2 vit bonde · h2 vit bonde · a1 vit torn · c1 vit löpare · d1 vit drottning · e1 vit kung · f1 vit löpare · g1 vit springare · h1 vit torn | a8 svart torn · b8 svart springare · c8 svart löpare · d8 svart drottning · e8 svart kung · f8 svart löpare · h8 svart torn · a7 svart bonde · b7 svart bonde · c7 svart bonde · e7 svart bonde · f7 svart bonde · h7 svart bonde · f6 svart springare · g6 svart bonde · d5 svart bonde · c4 vit bonde · d4 vit bonde · c3 vit springare · a2 vit bonde · b2 vit bonde · e2 vit bonde · f2 vit bonde · g2 vit bonde · h2 vit bonde · a1 vit torn · c1 vit löpare · d1 vit drottning · e1 vit kung · f1 vit löpare · g1 vit springare · h1 vit torn | a8 svart torn · b8 svart springare · c8 svart löpare · d8 svart drottning · e8 svart kung · f8 svart löpare · h8 svart torn · a7 svart bonde · b7 svart bonde · c7 svart bonde · e7 svart bonde · f7 svart bonde · h7 svart bonde · f6 svart springare · g6 svart bonde · d5 svart bonde · c4 vit bonde · d4 vit bonde · c3 vit springare · a2 vit bonde · b2 vit bonde · e2 vit bonde · f2 vit bonde · g2 vit bonde · h2 vit bonde · a1 vit torn · c1 vit löpare · d1 vit drottning · e1 vit kung · f1 vit löpare · g1 vit springare · h1 vit torn | a8 svart torn · b8 svart springare · c8 svart löpare · d8 svart drottning · e8 svart kung · f8 svart löpare · h8 svart torn · a7 svart bonde · b7 svart bonde · c7 svart bonde · e7 svart bonde · f7 svart bonde · h7 svart bonde · f6 svart springare · g6 svart bonde · d5 svart bonde · c4 vit bonde · d4 vit bonde · c3 vit springare · a2 vit bonde · b2 vit bonde · e2 vit bonde · f2 vit bonde · g2 vit bonde · h2 vit bonde · a1 vit torn · c1 vit löpare · d1 vit drottning · e1 vit kung · f1 vit löpare · g1 vit springare · h1 vit torn | a8 svart torn · b8 svart springare · c8 svart löpare · d8 svart drottning · e8 svart kung · f8 svart löpare · h8 svart torn · a7 svart bonde · b7 svart bonde · c7 svart bonde · e7 svart bonde · f7 svart bonde · h7 svart bonde · f6 svart springare · g6 svart bonde · d5 svart bonde · c4 vit bonde · d4 vit bonde · c3 vit springare · a2 vit bonde · b2 vit bonde · e2 vit bonde · f2 vit bonde · g2 vit bonde · h2 vit bonde · a1 vit torn · c1 vit löpare · d1 vit drottning · e1 vit kung · f1 vit löpare · g1 vit springare · h1 vit torn | a8 svart torn · b8 svart springare · c8 svart löpare · d8 svart drottning · e8 svart kung · f8 svart löpare · h8 svart torn · a7 svart bonde · b7 svart bonde · c7 svart bonde · e7 svart bonde · f7 svart bonde · h7 svart bonde · f6 svart springare · g6 svart bonde · d5 svart bonde · c4 vit bonde · d4 vit bonde · c3 vit springare · a2 vit bonde · b2 vit bonde · e2 vit bonde · f2 vit bonde · g2 vit bonde · h2 vit bonde · a1 vit torn · c1 vit löpare · d1 vit drottning · e1 vit kung · f1 vit löpare · g1 vit springare · h1 vit torn | 7 |
| 6 | a8 svart torn · b8 svart springare · c8 svart löpare · d8 svart drottning · e8 svart kung · f8 svart löpare · h8 svart torn · a7 svart bonde · b7 svart bonde · c7 svart bonde · e7 svart bonde · f7 svart bonde · h7 svart bonde · f6 svart springare · g6 svart bonde · d5 svart bonde · c4 vit bonde · d4 vit bonde · c3 vit springare · a2 vit bonde · b2 vit bonde · e2 vit bonde · f2 vit bonde · g2 vit bonde · h2 vit bonde · a1 vit torn · c1 vit löpare · d1 vit drottning · e1 vit kung · f1 vit löpare · g1 vit springare · h1 vit torn | a8 svart torn · b8 svart springare · c8 svart löpare · d8 svart drottning · e8 svart kung · f8 svart löpare · h8 svart torn · a7 svart bonde · b7 svart bonde · c7 svart bonde · e7 svart bonde · f7 svart bonde · h7 svart bonde · f6 svart springare · g6 svart bonde · d5 svart bonde · c4 vit bonde · d4 vit bonde · c3 vit springare · a2 vit bonde · b2 vit bonde · e2 vit bonde · f2 vit bonde · g2 vit bonde · h2 vit bonde · a1 vit torn · c1 vit löpare · d1 vit drottning · e1 vit kung · f1 vit löpare · g1 vit springare · h1 vit torn | a8 svart torn · b8 svart springare · c8 svart löpare · d8 svart drottning · e8 svart kung · f8 svart löpare · h8 svart torn · a7 svart bonde · b7 svart bonde · c7 svart bonde · e7 svart bonde · f7 svart bonde · h7 svart bonde · f6 svart springare · g6 svart bonde · d5 svart bonde · c4 vit bonde · d4 vit bonde · c3 vit springare · a2 vit bonde · b2 vit bonde · e2 vit bonde · f2 vit bonde · g2 vit bonde · h2 vit bonde · a1 vit torn · c1 vit löpare · d1 vit drottning · e1 vit kung · f1 vit löpare · g1 vit springare · h1 vit torn | a8 svart torn · b8 svart springare · c8 svart löpare · d8 svart drottning · e8 svart kung · f8 svart löpare · h8 svart torn · a7 svart bonde · b7 svart bonde · c7 svart bonde · e7 svart bonde · f7 svart bonde · h7 svart bonde · f6 svart springare · g6 svart bonde · d5 svart bonde · c4 vit bonde · d4 vit bonde · c3 vit springare · a2 vit bonde · b2 vit bonde · e2 vit bonde · f2 vit bonde · g2 vit bonde · h2 vit bonde · a1 vit torn · c1 vit löpare · d1 vit drottning · e1 vit kung · f1 vit löpare · g1 vit springare · h1 vit torn | a8 svart torn · b8 svart springare · c8 svart löpare · d8 svart drottning · e8 svart kung · f8 svart löpare · h8 svart torn · a7 svart bonde · b7 svart bonde · c7 svart bonde · e7 svart bonde · f7 svart bonde · h7 svart bonde · f6 svart springare · g6 svart bonde · d5 svart bonde · c4 vit bonde · d4 vit bonde · c3 vit springare · a2 vit bonde · b2 vit bonde · e2 vit bonde · f2 vit bonde · g2 vit bonde · h2 vit bonde · a1 vit torn · c1 vit löpare · d1 vit drottning · e1 vit kung · f1 vit löpare · g1 vit springare · h1 vit torn | a8 svart torn · b8 svart springare · c8 svart löpare · d8 svart drottning · e8 svart kung · f8 svart löpare · h8 svart torn · a7 svart bonde · b7 svart bonde · c7 svart bonde · e7 svart bonde · f7 svart bonde · h7 svart bonde · f6 svart springare · g6 svart bonde · d5 svart bonde · c4 vit bonde · d4 vit bonde · c3 vit springare · a2 vit bonde · b2 vit bonde · e2 vit bonde · f2 vit bonde · g2 vit bonde · h2 vit bonde · a1 vit torn · c1 vit löpare · d1 vit drottning · e1 vit kung · f1 vit löpare · g1 vit springare · h1 vit torn | a8 svart torn · b8 svart springare · c8 svart löpare · d8 svart drottning · e8 svart kung · f8 svart löpare · h8 svart torn · a7 svart bonde · b7 svart bonde · c7 svart bonde · e7 svart bonde · f7 svart bonde · h7 svart bonde · f6 svart springare · g6 svart bonde · d5 svart bonde · c4 vit bonde · d4 vit bonde · c3 vit springare · a2 vit bonde · b2 vit bonde · e2 vit bonde · f2 vit bonde · g2 vit bonde · h2 vit bonde · a1 vit torn · c1 vit löpare · d1 vit drottning · e1 vit kung · f1 vit löpare · g1 vit springare · h1 vit torn | a8 svart torn · b8 svart springare · c8 svart löpare · d8 svart drottning · e8 svart kung · f8 svart löpare · h8 svart torn · a7 svart bonde · b7 svart bonde · c7 svart bonde · e7 svart bonde · f7 svart bonde · h7 svart bonde · f6 svart springare · g6 svart bonde · d5 svart bonde · c4 vit bonde · d4 vit bonde · c3 vit springare · a2 vit bonde · b2 vit bonde · e2 vit bonde · f2 vit bonde · g2 vit bonde · h2 vit bonde · a1 vit torn · c1 vit löpare · d1 vit drottning · e1 vit kung · f1 vit löpare · g1 vit springare · h1 vit torn | 6 |
| 5 | a8 svart torn · b8 svart springare · c8 svart löpare · d8 svart drottning · e8 svart kung · f8 svart löpare · h8 svart torn · a7 svart bonde · b7 svart bonde · c7 svart bonde · e7 svart bonde · f7 svart bonde · h7 svart bonde · f6 svart springare · g6 svart bonde · d5 svart bonde · c4 vit bonde · d4 vit bonde · c3 vit springare · a2 vit bonde · b2 vit bonde · e2 vit bonde · f2 vit bonde · g2 vit bonde · h2 vit bonde · a1 vit torn · c1 vit löpare · d1 vit drottning · e1 vit kung · f1 vit löpare · g1 vit springare · h1 vit torn | a8 svart torn · b8 svart springare · c8 svart löpare · d8 svart drottning · e8 svart kung · f8 svart löpare · h8 svart torn · a7 svart bonde · b7 svart bonde · c7 svart bonde · e7 svart bonde · f7 svart bonde · h7 svart bonde · f6 svart springare · g6 svart bonde · d5 svart bonde · c4 vit bonde · d4 vit bonde · c3 vit springare · a2 vit bonde · b2 vit bonde · e2 vit bonde · f2 vit bonde · g2 vit bonde · h2 vit bonde · a1 vit torn · c1 vit löpare · d1 vit drottning · e1 vit kung · f1 vit löpare · g1 vit springare · h1 vit torn | a8 svart torn · b8 svart springare · c8 svart löpare · d8 svart drottning · e8 svart kung · f8 svart löpare · h8 svart torn · a7 svart bonde · b7 svart bonde · c7 svart bonde · e7 svart bonde · f7 svart bonde · h7 svart bonde · f6 svart springare · g6 svart bonde · d5 svart bonde · c4 vit bonde · d4 vit bonde · c3 vit springare · a2 vit bonde · b2 vit bonde · e2 vit bonde · f2 vit bonde · g2 vit bonde · h2 vit bonde · a1 vit torn · c1 vit löpare · d1 vit drottning · e1 vit kung · f1 vit löpare · g1 vit springare · h1 vit torn | a8 svart torn · b8 svart springare · c8 svart löpare · d8 svart drottning · e8 svart kung · f8 svart löpare · h8 svart torn · a7 svart bonde · b7 svart bonde · c7 svart bonde · e7 svart bonde · f7 svart bonde · h7 svart bonde · f6 svart springare · g6 svart bonde · d5 svart bonde · c4 vit bonde · d4 vit bonde · c3 vit springare · a2 vit bonde · b2 vit bonde · e2 vit bonde · f2 vit bonde · g2 vit bonde · h2 vit bonde · a1 vit torn · c1 vit löpare · d1 vit drottning · e1 vit kung · f1 vit löpare · g1 vit springare · h1 vit torn | a8 svart torn · b8 svart springare · c8 svart löpare · d8 svart drottning · e8 svart kung · f8 svart löpare · h8 svart torn · a7 svart bonde · b7 svart bonde · c7 svart bonde · e7 svart bonde · f7 svart bonde · h7 svart bonde · f6 svart springare · g6 svart bonde · d5 svart bonde · c4 vit bonde · d4 vit bonde · c3 vit springare · a2 vit bonde · b2 vit bonde · e2 vit bonde · f2 vit bonde · g2 vit bonde · h2 vit bonde · a1 vit torn · c1 vit löpare · d1 vit drottning · e1 vit kung · f1 vit löpare · g1 vit springare · h1 vit torn | a8 svart torn · b8 svart springare · c8 svart löpare · d8 svart drottning · e8 svart kung · f8 svart löpare · h8 svart torn · a7 svart bonde · b7 svart bonde · c7 svart bonde · e7 svart bonde · f7 svart bonde · h7 svart bonde · f6 svart springare · g6 svart bonde · d5 svart bonde · c4 vit bonde · d4 vit bonde · c3 vit springare · a2 vit bonde · b2 vit bonde · e2 vit bonde · f2 vit bonde · g2 vit bonde · h2 vit bonde · a1 vit torn · c1 vit löpare · d1 vit drottning · e1 vit kung · f1 vit löpare · g1 vit springare · h1 vit torn | a8 svart torn · b8 svart springare · c8 svart löpare · d8 svart drottning · e8 svart kung · f8 svart löpare · h8 svart torn · a7 svart bonde · b7 svart bonde · c7 svart bonde · e7 svart bonde · f7 svart bonde · h7 svart bonde · f6 svart springare · g6 svart bonde · d5 svart bonde · c4 vit bonde · d4 vit bonde · c3 vit springare · a2 vit bonde · b2 vit bonde · e2 vit bonde · f2 vit bonde · g2 vit bonde · h2 vit bonde · a1 vit torn · c1 vit löpare · d1 vit drottning · e1 vit kung · f1 vit löpare · g1 vit springare · h1 vit torn | a8 svart torn · b8 svart springare · c8 svart löpare · d8 svart drottning · e8 svart kung · f8 svart löpare · h8 svart torn · a7 svart bonde · b7 svart bonde · c7 svart bonde · e7 svart bonde · f7 svart bonde · h7 svart bonde · f6 svart springare · g6 svart bonde · d5 svart bonde · c4 vit bonde · d4 vit bonde · c3 vit springare · a2 vit bonde · b2 vit bonde · e2 vit bonde · f2 vit bonde · g2 vit bonde · h2 vit bonde · a1 vit torn · c1 vit löpare · d1 vit drottning · e1 vit kung · f1 vit löpare · g1 vit springare · h1 vit torn | 5 |
| 4 | a8 svart torn · b8 svart springare · c8 svart löpare · d8 svart drottning · e8 svart kung · f8 svart löpare · h8 svart torn · a7 svart bonde · b7 svart bonde · c7 svart bonde · e7 svart bonde · f7 svart bonde · h7 svart bonde · f6 svart springare · g6 svart bonde · d5 svart bonde · c4 vit bonde · d4 vit bonde · c3 vit springare · a2 vit bonde · b2 vit bonde · e2 vit bonde · f2 vit bonde · g2 vit bonde · h2 vit bonde · a1 vit torn · c1 vit löpare · d1 vit drottning · e1 vit kung · f1 vit löpare · g1 vit springare · h1 vit torn | a8 svart torn · b8 svart springare · c8 svart löpare · d8 svart drottning · e8 svart kung · f8 svart löpare · h8 svart torn · a7 svart bonde · b7 svart bonde · c7 svart bonde · e7 svart bonde · f7 svart bonde · h7 svart bonde · f6 svart springare · g6 svart bonde · d5 svart bonde · c4 vit bonde · d4 vit bonde · c3 vit springare · a2 vit bonde · b2 vit bonde · e2 vit bonde · f2 vit bonde · g2 vit bonde · h2 vit bonde · a1 vit torn · c1 vit löpare · d1 vit drottning · e1 vit kung · f1 vit löpare · g1 vit springare · h1 vit torn | a8 svart torn · b8 svart springare · c8 svart löpare · d8 svart drottning · e8 svart kung · f8 svart löpare · h8 svart torn · a7 svart bonde · b7 svart bonde · c7 svart bonde · e7 svart bonde · f7 svart bonde · h7 svart bonde · f6 svart springare · g6 svart bonde · d5 svart bonde · c4 vit bonde · d4 vit bonde · c3 vit springare · a2 vit bonde · b2 vit bonde · e2 vit bonde · f2 vit bonde · g2 vit bonde · h2 vit bonde · a1 vit torn · c1 vit löpare · d1 vit drottning · e1 vit kung · f1 vit löpare · g1 vit springare · h1 vit torn | a8 svart torn · b8 svart springare · c8 svart löpare · d8 svart drottning · e8 svart kung · f8 svart löpare · h8 svart torn · a7 svart bonde · b7 svart bonde · c7 svart bonde · e7 svart bonde · f7 svart bonde · h7 svart bonde · f6 svart springare · g6 svart bonde · d5 svart bonde · c4 vit bonde · d4 vit bonde · c3 vit springare · a2 vit bonde · b2 vit bonde · e2 vit bonde · f2 vit bonde · g2 vit bonde · h2 vit bonde · a1 vit torn · c1 vit löpare · d1 vit drottning · e1 vit kung · f1 vit löpare · g1 vit springare · h1 vit torn | a8 svart torn · b8 svart springare · c8 svart löpare · d8 svart drottning · e8 svart kung · f8 svart löpare · h8 svart torn · a7 svart bonde · b7 svart bonde · c7 svart bonde · e7 svart bonde · f7 svart bonde · h7 svart bonde · f6 svart springare · g6 svart bonde · d5 svart bonde · c4 vit bonde · d4 vit bonde · c3 vit springare · a2 vit bonde · b2 vit bonde · e2 vit bonde · f2 vit bonde · g2 vit bonde · h2 vit bonde · a1 vit torn · c1 vit löpare · d1 vit drottning · e1 vit kung · f1 vit löpare · g1 vit springare · h1 vit torn | a8 svart torn · b8 svart springare · c8 svart löpare · d8 svart drottning · e8 svart kung · f8 svart löpare · h8 svart torn · a7 svart bonde · b7 svart bonde · c7 svart bonde · e7 svart bonde · f7 svart bonde · h7 svart bonde · f6 svart springare · g6 svart bonde · d5 svart bonde · c4 vit bonde · d4 vit bonde · c3 vit springare · a2 vit bonde · b2 vit bonde · e2 vit bonde · f2 vit bonde · g2 vit bonde · h2 vit bonde · a1 vit torn · c1 vit löpare · d1 vit drottning · e1 vit kung · f1 vit löpare · g1 vit springare · h1 vit torn | a8 svart torn · b8 svart springare · c8 svart löpare · d8 svart drottning · e8 svart kung · f8 svart löpare · h8 svart torn · a7 svart bonde · b7 svart bonde · c7 svart bonde · e7 svart bonde · f7 svart bonde · h7 svart bonde · f6 svart springare · g6 svart bonde · d5 svart bonde · c4 vit bonde · d4 vit bonde · c3 vit springare · a2 vit bonde · b2 vit bonde · e2 vit bonde · f2 vit bonde · g2 vit bonde · h2 vit bonde · a1 vit torn · c1 vit löpare · d1 vit drottning · e1 vit kung · f1 vit löpare · g1 vit springare · h1 vit torn | a8 svart torn · b8 svart springare · c8 svart löpare · d8 svart drottning · e8 svart kung · f8 svart löpare · h8 svart torn · a7 svart bonde · b7 svart bonde · c7 svart bonde · e7 svart bonde · f7 svart bonde · h7 svart bonde · f6 svart springare · g6 svart bonde · d5 svart bonde · c4 vit bonde · d4 vit bonde · c3 vit springare · a2 vit bonde · b2 vit bonde · e2 vit bonde · f2 vit bonde · g2 vit bonde · h2 vit bonde · a1 vit torn · c1 vit löpare · d1 vit drottning · e1 vit kung · f1 vit löpare · g1 vit springare · h1 vit torn | 4 |
| 3 | a8 svart torn · b8 svart springare · c8 svart löpare · d8 svart drottning · e8 svart kung · f8 svart löpare · h8 svart torn · a7 svart bonde · b7 svart bonde · c7 svart bonde · e7 svart bonde · f7 svart bonde · h7 svart bonde · f6 svart springare · g6 svart bonde · d5 svart bonde · c4 vit bonde · d4 vit bonde · c3 vit springare · a2 vit bonde · b2 vit bonde · e2 vit bonde · f2 vit bonde · g2 vit bonde · h2 vit bonde · a1 vit torn · c1 vit löpare · d1 vit drottning · e1 vit kung · f1 vit löpare · g1 vit springare · h1 vit torn | a8 svart torn · b8 svart springare · c8 svart löpare · d8 svart drottning · e8 svart kung · f8 svart löpare · h8 svart torn · a7 svart bonde · b7 svart bonde · c7 svart bonde · e7 svart bonde · f7 svart bonde · h7 svart bonde · f6 svart springare · g6 svart bonde · d5 svart bonde · c4 vit bonde · d4 vit bonde · c3 vit springare · a2 vit bonde · b2 vit bonde · e2 vit bonde · f2 vit bonde · g2 vit bonde · h2 vit bonde · a1 vit torn · c1 vit löpare · d1 vit drottning · e1 vit kung · f1 vit löpare · g1 vit springare · h1 vit torn | a8 svart torn · b8 svart springare · c8 svart löpare · d8 svart drottning · e8 svart kung · f8 svart löpare · h8 svart torn · a7 svart bonde · b7 svart bonde · c7 svart bonde · e7 svart bonde · f7 svart bonde · h7 svart bonde · f6 svart springare · g6 svart bonde · d5 svart bonde · c4 vit bonde · d4 vit bonde · c3 vit springare · a2 vit bonde · b2 vit bonde · e2 vit bonde · f2 vit bonde · g2 vit bonde · h2 vit bonde · a1 vit torn · c1 vit löpare · d1 vit drottning · e1 vit kung · f1 vit löpare · g1 vit springare · h1 vit torn | a8 svart torn · b8 svart springare · c8 svart löpare · d8 svart drottning · e8 svart kung · f8 svart löpare · h8 svart torn · a7 svart bonde · b7 svart bonde · c7 svart bonde · e7 svart bonde · f7 svart bonde · h7 svart bonde · f6 svart springare · g6 svart bonde · d5 svart bonde · c4 vit bonde · d4 vit bonde · c3 vit springare · a2 vit bonde · b2 vit bonde · e2 vit bonde · f2 vit bonde · g2 vit bonde · h2 vit bonde · a1 vit torn · c1 vit löpare · d1 vit drottning · e1 vit kung · f1 vit löpare · g1 vit springare · h1 vit torn | a8 svart torn · b8 svart springare · c8 svart löpare · d8 svart drottning · e8 svart kung · f8 svart löpare · h8 svart torn · a7 svart bonde · b7 svart bonde · c7 svart bonde · e7 svart bonde · f7 svart bonde · h7 svart bonde · f6 svart springare · g6 svart bonde · d5 svart bonde · c4 vit bonde · d4 vit bonde · c3 vit springare · a2 vit bonde · b2 vit bonde · e2 vit bonde · f2 vit bonde · g2 vit bonde · h2 vit bonde · a1 vit torn · c1 vit löpare · d1 vit drottning · e1 vit kung · f1 vit löpare · g1 vit springare · h1 vit torn | a8 svart torn · b8 svart springare · c8 svart löpare · d8 svart drottning · e8 svart kung · f8 svart löpare · h8 svart torn · a7 svart bonde · b7 svart bonde · c7 svart bonde · e7 svart bonde · f7 svart bonde · h7 svart bonde · f6 svart springare · g6 svart bonde · d5 svart bonde · c4 vit bonde · d4 vit bonde · c3 vit springare · a2 vit bonde · b2 vit bonde · e2 vit bonde · f2 vit bonde · g2 vit bonde · h2 vit bonde · a1 vit torn · c1 vit löpare · d1 vit drottning · e1 vit kung · f1 vit löpare · g1 vit springare · h1 vit torn | a8 svart torn · b8 svart springare · c8 svart löpare · d8 svart drottning · e8 svart kung · f8 svart löpare · h8 svart torn · a7 svart bonde · b7 svart bonde · c7 svart bonde · e7 svart bonde · f7 svart bonde · h7 svart bonde · f6 svart springare · g6 svart bonde · d5 svart bonde · c4 vit bonde · d4 vit bonde · c3 vit springare · a2 vit bonde · b2 vit bonde · e2 vit bonde · f2 vit bonde · g2 vit bonde · h2 vit bonde · a1 vit torn · c1 vit löpare · d1 vit drottning · e1 vit kung · f1 vit löpare · g1 vit springare · h1 vit torn | a8 svart torn · b8 svart springare · c8 svart löpare · d8 svart drottning · e8 svart kung · f8 svart löpare · h8 svart torn · a7 svart bonde · b7 svart bonde · c7 svart bonde · e7 svart bonde · f7 svart bonde · h7 svart bonde · f6 svart springare · g6 svart bonde · d5 svart bonde · c4 vit bonde · d4 vit bonde · c3 vit springare · a2 vit bonde · b2 vit bonde · e2 vit bonde · f2 vit bonde · g2 vit bonde · h2 vit bonde · a1 vit torn · c1 vit löpare · d1 vit drottning · e1 vit kung · f1 vit löpare · g1 vit springare · h1 vit torn | 3 |
| 2 | a8 svart torn · b8 svart springare · c8 svart löpare · d8 svart drottning · e8 svart kung · f8 svart löpare · h8 svart torn · a7 svart bonde · b7 svart bonde · c7 svart bonde · e7 svart bonde · f7 svart bonde · h7 svart bonde · f6 svart springare · g6 svart bonde · d5 svart bonde · c4 vit bonde · d4 vit bonde · c3 vit springare · a2 vit bonde · b2 vit bonde · e2 vit bonde · f2 vit bonde · g2 vit bonde · h2 vit bonde · a1 vit torn · c1 vit löpare · d1 vit drottning · e1 vit kung · f1 vit löpare · g1 vit springare · h1 vit torn | a8 svart torn · b8 svart springare · c8 svart löpare · d8 svart drottning · e8 svart kung · f8 svart löpare · h8 svart torn · a7 svart bonde · b7 svart bonde · c7 svart bonde · e7 svart bonde · f7 svart bonde · h7 svart bonde · f6 svart springare · g6 svart bonde · d5 svart bonde · c4 vit bonde · d4 vit bonde · c3 vit springare · a2 vit bonde · b2 vit bonde · e2 vit bonde · f2 vit bonde · g2 vit bonde · h2 vit bonde · a1 vit torn · c1 vit löpare · d1 vit drottning · e1 vit kung · f1 vit löpare · g1 vit springare · h1 vit torn | a8 svart torn · b8 svart springare · c8 svart löpare · d8 svart drottning · e8 svart kung · f8 svart löpare · h8 svart torn · a7 svart bonde · b7 svart bonde · c7 svart bonde · e7 svart bonde · f7 svart bonde · h7 svart bonde · f6 svart springare · g6 svart bonde · d5 svart bonde · c4 vit bonde · d4 vit bonde · c3 vit springare · a2 vit bonde · b2 vit bonde · e2 vit bonde · f2 vit bonde · g2 vit bonde · h2 vit bonde · a1 vit torn · c1 vit löpare · d1 vit drottning · e1 vit kung · f1 vit löpare · g1 vit springare · h1 vit torn | a8 svart torn · b8 svart springare · c8 svart löpare · d8 svart drottning · e8 svart kung · f8 svart löpare · h8 svart torn · a7 svart bonde · b7 svart bonde · c7 svart bonde · e7 svart bonde · f7 svart bonde · h7 svart bonde · f6 svart springare · g6 svart bonde · d5 svart bonde · c4 vit bonde · d4 vit bonde · c3 vit springare · a2 vit bonde · b2 vit bonde · e2 vit bonde · f2 vit bonde · g2 vit bonde · h2 vit bonde · a1 vit torn · c1 vit löpare · d1 vit drottning · e1 vit kung · f1 vit löpare · g1 vit springare · h1 vit torn | a8 svart torn · b8 svart springare · c8 svart löpare · d8 svart drottning · e8 svart kung · f8 svart löpare · h8 svart torn · a7 svart bonde · b7 svart bonde · c7 svart bonde · e7 svart bonde · f7 svart bonde · h7 svart bonde · f6 svart springare · g6 svart bonde · d5 svart bonde · c4 vit bonde · d4 vit bonde · c3 vit springare · a2 vit bonde · b2 vit bonde · e2 vit bonde · f2 vit bonde · g2 vit bonde · h2 vit bonde · a1 vit torn · c1 vit löpare · d1 vit drottning · e1 vit kung · f1 vit löpare · g1 vit springare · h1 vit torn | a8 svart torn · b8 svart springare · c8 svart löpare · d8 svart drottning · e8 svart kung · f8 svart löpare · h8 svart torn · a7 svart bonde · b7 svart bonde · c7 svart bonde · e7 svart bonde · f7 svart bonde · h7 svart bonde · f6 svart springare · g6 svart bonde · d5 svart bonde · c4 vit bonde · d4 vit bonde · c3 vit springare · a2 vit bonde · b2 vit bonde · e2 vit bonde · f2 vit bonde · g2 vit bonde · h2 vit bonde · a1 vit torn · c1 vit löpare · d1 vit drottning · e1 vit kung · f1 vit löpare · g1 vit springare · h1 vit torn | a8 svart torn · b8 svart springare · c8 svart löpare · d8 svart drottning · e8 svart kung · f8 svart löpare · h8 svart torn · a7 svart bonde · b7 svart bonde · c7 svart bonde · e7 svart bonde · f7 svart bonde · h7 svart bonde · f6 svart springare · g6 svart bonde · d5 svart bonde · c4 vit bonde · d4 vit bonde · c3 vit springare · a2 vit bonde · b2 vit bonde · e2 vit bonde · f2 vit bonde · g2 vit bonde · h2 vit bonde · a1 vit torn · c1 vit löpare · d1 vit drottning · e1 vit kung · f1 vit löpare · g1 vit springare · h1 vit torn | a8 svart torn · b8 svart springare · c8 svart löpare · d8 svart drottning · e8 svart kung · f8 svart löpare · h8 svart torn · a7 svart bonde · b7 svart bonde · c7 svart bonde · e7 svart bonde · f7 svart bonde · h7 svart bonde · f6 svart springare · g6 svart bonde · d5 svart bonde · c4 vit bonde · d4 vit bonde · c3 vit springare · a2 vit bonde · b2 vit bonde · e2 vit bonde · f2 vit bonde · g2 vit bonde · h2 vit bonde · a1 vit torn · c1 vit löpare · d1 vit drottning · e1 vit kung · f1 vit löpare · g1 vit springare · h1 vit torn | 2 |
| 1 | a8 svart torn · b8 svart springare · c8 svart löpare · d8 svart drottning · e8 svart kung · f8 svart löpare · h8 svart torn · a7 svart bonde · b7 svart bonde · c7 svart bonde · e7 svart bonde · f7 svart bonde · h7 svart bonde · f6 svart springare · g6 svart bonde · d5 svart bonde · c4 vit bonde · d4 vit bonde · c3 vit springare · a2 vit bonde · b2 vit bonde · e2 vit bonde · f2 vit bonde · g2 vit bonde · h2 vit bonde · a1 vit torn · c1 vit löpare · d1 vit drottning · e1 vit kung · f1 vit löpare · g1 vit springare · h1 vit torn | a8 svart torn · b8 svart springare · c8 svart löpare · d8 svart drottning · e8 svart kung · f8 svart löpare · h8 svart torn · a7 svart bonde · b7 svart bonde · c7 svart bonde · e7 svart bonde · f7 svart bonde · h7 svart bonde · f6 svart springare · g6 svart bonde · d5 svart bonde · c4 vit bonde · d4 vit bonde · c3 vit springare · a2 vit bonde · b2 vit bonde · e2 vit bonde · f2 vit bonde · g2 vit bonde · h2 vit bonde · a1 vit torn · c1 vit löpare · d1 vit drottning · e1 vit kung · f1 vit löpare · g1 vit springare · h1 vit torn | a8 svart torn · b8 svart springare · c8 svart löpare · d8 svart drottning · e8 svart kung · f8 svart löpare · h8 svart torn · a7 svart bonde · b7 svart bonde · c7 svart bonde · e7 svart bonde · f7 svart bonde · h7 svart bonde · f6 svart springare · g6 svart bonde · d5 svart bonde · c4 vit bonde · d4 vit bonde · c3 vit springare · a2 vit bonde · b2 vit bonde · e2 vit bonde · f2 vit bonde · g2 vit bonde · h2 vit bonde · a1 vit torn · c1 vit löpare · d1 vit drottning · e1 vit kung · f1 vit löpare · g1 vit springare · h1 vit torn | a8 svart torn · b8 svart springare · c8 svart löpare · d8 svart drottning · e8 svart kung · f8 svart löpare · h8 svart torn · a7 svart bonde · b7 svart bonde · c7 svart bonde · e7 svart bonde · f7 svart bonde · h7 svart bonde · f6 svart springare · g6 svart bonde · d5 svart bonde · c4 vit bonde · d4 vit bonde · c3 vit springare · a2 vit bonde · b2 vit bonde · e2 vit bonde · f2 vit bonde · g2 vit bonde · h2 vit bonde · a1 vit torn · c1 vit löpare · d1 vit drottning · e1 vit kung · f1 vit löpare · g1 vit springare · h1 vit torn | a8 svart torn · b8 svart springare · c8 svart löpare · d8 svart drottning · e8 svart kung · f8 svart löpare · h8 svart torn · a7 svart bonde · b7 svart bonde · c7 svart bonde · e7 svart bonde · f7 svart bonde · h7 svart bonde · f6 svart springare · g6 svart bonde · d5 svart bonde · c4 vit bonde · d4 vit bonde · c3 vit springare · a2 vit bonde · b2 vit bonde · e2 vit bonde · f2 vit bonde · g2 vit bonde · h2 vit bonde · a1 vit torn · c1 vit löpare · d1 vit drottning · e1 vit kung · f1 vit löpare · g1 vit springare · h1 vit torn | a8 svart torn · b8 svart springare · c8 svart löpare · d8 svart drottning · e8 svart kung · f8 svart löpare · h8 svart torn · a7 svart bonde · b7 svart bonde · c7 svart bonde · e7 svart bonde · f7 svart bonde · h7 svart bonde · f6 svart springare · g6 svart bonde · d5 svart bonde · c4 vit bonde · d4 vit bonde · c3 vit springare · a2 vit bonde · b2 vit bonde · e2 vit bonde · f2 vit bonde · g2 vit bonde · h2 vit bonde · a1 vit torn · c1 vit löpare · d1 vit drottning · e1 vit kung · f1 vit löpare · g1 vit springare · h1 vit torn | a8 svart torn · b8 svart springare · c8 svart löpare · d8 svart drottning · e8 svart kung · f8 svart löpare · h8 svart torn · a7 svart bonde · b7 svart bonde · c7 svart bonde · e7 svart bonde · f7 svart bonde · h7 svart bonde · f6 svart springare · g6 svart bonde · d5 svart bonde · c4 vit bonde · d4 vit bonde · c3 vit springare · a2 vit bonde · b2 vit bonde · e2 vit bonde · f2 vit bonde · g2 vit bonde · h2 vit bonde · a1 vit torn · c1 vit löpare · d1 vit drottning · e1 vit kung · f1 vit löpare · g1 vit springare · h1 vit torn | a8 svart torn · b8 svart springare · c8 svart löpare · d8 svart drottning · e8 svart kung · f8 svart löpare · h8 svart torn · a7 svart bonde · b7 svart bonde · c7 svart bonde · e7 svart bonde · f7 svart bonde · h7 svart bonde · f6 svart springare · g6 svart bonde · d5 svart bonde · c4 vit bonde · d4 vit bonde · c3 vit springare · a2 vit bonde · b2 vit bonde · e2 vit bonde · f2 vit bonde · g2 vit bonde · h2 vit bonde · a1 vit torn · c1 vit löpare · d1 vit drottning · e1 vit kung · f1 vit löpare · g1 vit springare · h1 vit torn | 1 |
|   | a | b | c | d | e | f | g | h |   |

D80 Grünfeldindiskt försvar
1.d4 Sf6 2.c4 g6 3.Sc3 d5
D81 Grünfeld, ryska varianten
1.d4 Sf6 2.c4 g6 3.Sc3 d5 4.Db3
D82 Grünfeld, 4.Lf4
1.d4 Sf6 2.c4 g6 3.Sc3 d5 4.Lf4
D83 Grünfeld, Grünfeldgambit
1.d4 Sf6 2.c4 g6 3.Sc3 d5 4.Lf4 Lg7 5.e3 0-0
D84 Grünfeld, Grünfeldgambit, antagen
1.d4 Sf6 2.c4 g6 3.Sc3 d5 4.Lf4 Lg7 5.e3 0-0 6.cxd5 Sxd5 7.Sxd5 Dxd5 8.Lxc7
D85 Grünfeld
1.d4 Sf6 2.c4 g6 3.Sc3 d5 4.cxd5 Sxd5
D86 Grünfeld, avbytesvarianten
1.d4 Sf6 2.c4 g6 3.Sc3 d5 4.cxd5 Sxd5 5.e4 Sxc3 6.bxc3 Lg7 7.Lc4
D87 Grünfeld, avbytesvarianten
1.d4 Sf6 2.c4 g6 3.Sc3 d5 4.cxd5 Sxd5 5.e4 Sxc3 6.bxc3 Lg7 7.Lc4 0-0 8.Se2 c5
D88 Grünfeld, Spasskijvarianten, huvudvarianten, 10...cxd4, 11.cxd4
1.d4 Sf6 2.c4 g6 3.Sc3 d5 4.cxd5 Sxd5 5.e4 Sxc3 6.bxc3 Lg7 7.Lc4 0-0 8.Se2 c5 9.0–0 Sc6 10.Le3 cxd4 11.cxd4
D89 Grünfeld
1.d4 Sf6 2.c4 g6 3.Sc3 d5 4.cxd5 Sxd5 5.e4 Sxc3 6.bxc3 Lg7 7.Lc4 0-0 8.Se2 c5 9.0–0 Sc6 10.Le3 cxd4 11.cxd4 Lg4 12. f3 Sa5 13.Ld3
|   | a | b | c | d | e | f | g | h |   |
| 8 | a8 svart torn · b8 svart springare · c8 svart löpare · d8 svart drottning · e8 svart kung · f8 svart löpare · h8 svart torn · a7 svart bonde · b7 svart bonde · c7 svart bonde · e7 svart bonde · f7 svart bonde · h7 svart bonde · f6 svart springare · g6 svart bonde · d5 svart bonde · c4 vit bonde · d4 vit bonde · c3 vit springare · f3 vit springare · a2 vit bonde · b2 vit bonde · e2 vit bonde · f2 vit bonde · g2 vit bonde · h2 vit bonde · a1 vit torn · c1 vit löpare · d1 vit drottning · e1 vit kung · f1 vit löpare · h1 vit torn | a8 svart torn · b8 svart springare · c8 svart löpare · d8 svart drottning · e8 svart kung · f8 svart löpare · h8 svart torn · a7 svart bonde · b7 svart bonde · c7 svart bonde · e7 svart bonde · f7 svart bonde · h7 svart bonde · f6 svart springare · g6 svart bonde · d5 svart bonde · c4 vit bonde · d4 vit bonde · c3 vit springare · f3 vit springare · a2 vit bonde · b2 vit bonde · e2 vit bonde · f2 vit bonde · g2 vit bonde · h2 vit bonde · a1 vit torn · c1 vit löpare · d1 vit drottning · e1 vit kung · f1 vit löpare · h1 vit torn | a8 svart torn · b8 svart springare · c8 svart löpare · d8 svart drottning · e8 svart kung · f8 svart löpare · h8 svart torn · a7 svart bonde · b7 svart bonde · c7 svart bonde · e7 svart bonde · f7 svart bonde · h7 svart bonde · f6 svart springare · g6 svart bonde · d5 svart bonde · c4 vit bonde · d4 vit bonde · c3 vit springare · f3 vit springare · a2 vit bonde · b2 vit bonde · e2 vit bonde · f2 vit bonde · g2 vit bonde · h2 vit bonde · a1 vit torn · c1 vit löpare · d1 vit drottning · e1 vit kung · f1 vit löpare · h1 vit torn | a8 svart torn · b8 svart springare · c8 svart löpare · d8 svart drottning · e8 svart kung · f8 svart löpare · h8 svart torn · a7 svart bonde · b7 svart bonde · c7 svart bonde · e7 svart bonde · f7 svart bonde · h7 svart bonde · f6 svart springare · g6 svart bonde · d5 svart bonde · c4 vit bonde · d4 vit bonde · c3 vit springare · f3 vit springare · a2 vit bonde · b2 vit bonde · e2 vit bonde · f2 vit bonde · g2 vit bonde · h2 vit bonde · a1 vit torn · c1 vit löpare · d1 vit drottning · e1 vit kung · f1 vit löpare · h1 vit torn | a8 svart torn · b8 svart springare · c8 svart löpare · d8 svart drottning · e8 svart kung · f8 svart löpare · h8 svart torn · a7 svart bonde · b7 svart bonde · c7 svart bonde · e7 svart bonde · f7 svart bonde · h7 svart bonde · f6 svart springare · g6 svart bonde · d5 svart bonde · c4 vit bonde · d4 vit bonde · c3 vit springare · f3 vit springare · a2 vit bonde · b2 vit bonde · e2 vit bonde · f2 vit bonde · g2 vit bonde · h2 vit bonde · a1 vit torn · c1 vit löpare · d1 vit drottning · e1 vit kung · f1 vit löpare · h1 vit torn | a8 svart torn · b8 svart springare · c8 svart löpare · d8 svart drottning · e8 svart kung · f8 svart löpare · h8 svart torn · a7 svart bonde · b7 svart bonde · c7 svart bonde · e7 svart bonde · f7 svart bonde · h7 svart bonde · f6 svart springare · g6 svart bonde · d5 svart bonde · c4 vit bonde · d4 vit bonde · c3 vit springare · f3 vit springare · a2 vit bonde · b2 vit bonde · e2 vit bonde · f2 vit bonde · g2 vit bonde · h2 vit bonde · a1 vit torn · c1 vit löpare · d1 vit drottning · e1 vit kung · f1 vit löpare · h1 vit torn | a8 svart torn · b8 svart springare · c8 svart löpare · d8 svart drottning · e8 svart kung · f8 svart löpare · h8 svart torn · a7 svart bonde · b7 svart bonde · c7 svart bonde · e7 svart bonde · f7 svart bonde · h7 svart bonde · f6 svart springare · g6 svart bonde · d5 svart bonde · c4 vit bonde · d4 vit bonde · c3 vit springare · f3 vit springare · a2 vit bonde · b2 vit bonde · e2 vit bonde · f2 vit bonde · g2 vit bonde · h2 vit bonde · a1 vit torn · c1 vit löpare · d1 vit drottning · e1 vit kung · f1 vit löpare · h1 vit torn | a8 svart torn · b8 svart springare · c8 svart löpare · d8 svart drottning · e8 svart kung · f8 svart löpare · h8 svart torn · a7 svart bonde · b7 svart bonde · c7 svart bonde · e7 svart bonde · f7 svart bonde · h7 svart bonde · f6 svart springare · g6 svart bonde · d5 svart bonde · c4 vit bonde · d4 vit bonde · c3 vit springare · f3 vit springare · a2 vit bonde · b2 vit bonde · e2 vit bonde · f2 vit bonde · g2 vit bonde · h2 vit bonde · a1 vit torn · c1 vit löpare · d1 vit drottning · e1 vit kung · f1 vit löpare · h1 vit torn | 8 |
| 7 | a8 svart torn · b8 svart springare · c8 svart löpare · d8 svart drottning · e8 svart kung · f8 svart löpare · h8 svart torn · a7 svart bonde · b7 svart bonde · c7 svart bonde · e7 svart bonde · f7 svart bonde · h7 svart bonde · f6 svart springare · g6 svart bonde · d5 svart bonde · c4 vit bonde · d4 vit bonde · c3 vit springare · f3 vit springare · a2 vit bonde · b2 vit bonde · e2 vit bonde · f2 vit bonde · g2 vit bonde · h2 vit bonde · a1 vit torn · c1 vit löpare · d1 vit drottning · e1 vit kung · f1 vit löpare · h1 vit torn | a8 svart torn · b8 svart springare · c8 svart löpare · d8 svart drottning · e8 svart kung · f8 svart löpare · h8 svart torn · a7 svart bonde · b7 svart bonde · c7 svart bonde · e7 svart bonde · f7 svart bonde · h7 svart bonde · f6 svart springare · g6 svart bonde · d5 svart bonde · c4 vit bonde · d4 vit bonde · c3 vit springare · f3 vit springare · a2 vit bonde · b2 vit bonde · e2 vit bonde · f2 vit bonde · g2 vit bonde · h2 vit bonde · a1 vit torn · c1 vit löpare · d1 vit drottning · e1 vit kung · f1 vit löpare · h1 vit torn | a8 svart torn · b8 svart springare · c8 svart löpare · d8 svart drottning · e8 svart kung · f8 svart löpare · h8 svart torn · a7 svart bonde · b7 svart bonde · c7 svart bonde · e7 svart bonde · f7 svart bonde · h7 svart bonde · f6 svart springare · g6 svart bonde · d5 svart bonde · c4 vit bonde · d4 vit bonde · c3 vit springare · f3 vit springare · a2 vit bonde · b2 vit bonde · e2 vit bonde · f2 vit bonde · g2 vit bonde · h2 vit bonde · a1 vit torn · c1 vit löpare · d1 vit drottning · e1 vit kung · f1 vit löpare · h1 vit torn | a8 svart torn · b8 svart springare · c8 svart löpare · d8 svart drottning · e8 svart kung · f8 svart löpare · h8 svart torn · a7 svart bonde · b7 svart bonde · c7 svart bonde · e7 svart bonde · f7 svart bonde · h7 svart bonde · f6 svart springare · g6 svart bonde · d5 svart bonde · c4 vit bonde · d4 vit bonde · c3 vit springare · f3 vit springare · a2 vit bonde · b2 vit bonde · e2 vit bonde · f2 vit bonde · g2 vit bonde · h2 vit bonde · a1 vit torn · c1 vit löpare · d1 vit drottning · e1 vit kung · f1 vit löpare · h1 vit torn | a8 svart torn · b8 svart springare · c8 svart löpare · d8 svart drottning · e8 svart kung · f8 svart löpare · h8 svart torn · a7 svart bonde · b7 svart bonde · c7 svart bonde · e7 svart bonde · f7 svart bonde · h7 svart bonde · f6 svart springare · g6 svart bonde · d5 svart bonde · c4 vit bonde · d4 vit bonde · c3 vit springare · f3 vit springare · a2 vit bonde · b2 vit bonde · e2 vit bonde · f2 vit bonde · g2 vit bonde · h2 vit bonde · a1 vit torn · c1 vit löpare · d1 vit drottning · e1 vit kung · f1 vit löpare · h1 vit torn | a8 svart torn · b8 svart springare · c8 svart löpare · d8 svart drottning · e8 svart kung · f8 svart löpare · h8 svart torn · a7 svart bonde · b7 svart bonde · c7 svart bonde · e7 svart bonde · f7 svart bonde · h7 svart bonde · f6 svart springare · g6 svart bonde · d5 svart bonde · c4 vit bonde · d4 vit bonde · c3 vit springare · f3 vit springare · a2 vit bonde · b2 vit bonde · e2 vit bonde · f2 vit bonde · g2 vit bonde · h2 vit bonde · a1 vit torn · c1 vit löpare · d1 vit drottning · e1 vit kung · f1 vit löpare · h1 vit torn | a8 svart torn · b8 svart springare · c8 svart löpare · d8 svart drottning · e8 svart kung · f8 svart löpare · h8 svart torn · a7 svart bonde · b7 svart bonde · c7 svart bonde · e7 svart bonde · f7 svart bonde · h7 svart bonde · f6 svart springare · g6 svart bonde · d5 svart bonde · c4 vit bonde · d4 vit bonde · c3 vit springare · f3 vit springare · a2 vit bonde · b2 vit bonde · e2 vit bonde · f2 vit bonde · g2 vit bonde · h2 vit bonde · a1 vit torn · c1 vit löpare · d1 vit drottning · e1 vit kung · f1 vit löpare · h1 vit torn | a8 svart torn · b8 svart springare · c8 svart löpare · d8 svart drottning · e8 svart kung · f8 svart löpare · h8 svart torn · a7 svart bonde · b7 svart bonde · c7 svart bonde · e7 svart bonde · f7 svart bonde · h7 svart bonde · f6 svart springare · g6 svart bonde · d5 svart bonde · c4 vit bonde · d4 vit bonde · c3 vit springare · f3 vit springare · a2 vit bonde · b2 vit bonde · e2 vit bonde · f2 vit bonde · g2 vit bonde · h2 vit bonde · a1 vit torn · c1 vit löpare · d1 vit drottning · e1 vit kung · f1 vit löpare · h1 vit torn | 7 |
| 6 | a8 svart torn · b8 svart springare · c8 svart löpare · d8 svart drottning · e8 svart kung · f8 svart löpare · h8 svart torn · a7 svart bonde · b7 svart bonde · c7 svart bonde · e7 svart bonde · f7 svart bonde · h7 svart bonde · f6 svart springare · g6 svart bonde · d5 svart bonde · c4 vit bonde · d4 vit bonde · c3 vit springare · f3 vit springare · a2 vit bonde · b2 vit bonde · e2 vit bonde · f2 vit bonde · g2 vit bonde · h2 vit bonde · a1 vit torn · c1 vit löpare · d1 vit drottning · e1 vit kung · f1 vit löpare · h1 vit torn | a8 svart torn · b8 svart springare · c8 svart löpare · d8 svart drottning · e8 svart kung · f8 svart löpare · h8 svart torn · a7 svart bonde · b7 svart bonde · c7 svart bonde · e7 svart bonde · f7 svart bonde · h7 svart bonde · f6 svart springare · g6 svart bonde · d5 svart bonde · c4 vit bonde · d4 vit bonde · c3 vit springare · f3 vit springare · a2 vit bonde · b2 vit bonde · e2 vit bonde · f2 vit bonde · g2 vit bonde · h2 vit bonde · a1 vit torn · c1 vit löpare · d1 vit drottning · e1 vit kung · f1 vit löpare · h1 vit torn | a8 svart torn · b8 svart springare · c8 svart löpare · d8 svart drottning · e8 svart kung · f8 svart löpare · h8 svart torn · a7 svart bonde · b7 svart bonde · c7 svart bonde · e7 svart bonde · f7 svart bonde · h7 svart bonde · f6 svart springare · g6 svart bonde · d5 svart bonde · c4 vit bonde · d4 vit bonde · c3 vit springare · f3 vit springare · a2 vit bonde · b2 vit bonde · e2 vit bonde · f2 vit bonde · g2 vit bonde · h2 vit bonde · a1 vit torn · c1 vit löpare · d1 vit drottning · e1 vit kung · f1 vit löpare · h1 vit torn | a8 svart torn · b8 svart springare · c8 svart löpare · d8 svart drottning · e8 svart kung · f8 svart löpare · h8 svart torn · a7 svart bonde · b7 svart bonde · c7 svart bonde · e7 svart bonde · f7 svart bonde · h7 svart bonde · f6 svart springare · g6 svart bonde · d5 svart bonde · c4 vit bonde · d4 vit bonde · c3 vit springare · f3 vit springare · a2 vit bonde · b2 vit bonde · e2 vit bonde · f2 vit bonde · g2 vit bonde · h2 vit bonde · a1 vit torn · c1 vit löpare · d1 vit drottning · e1 vit kung · f1 vit löpare · h1 vit torn | a8 svart torn · b8 svart springare · c8 svart löpare · d8 svart drottning · e8 svart kung · f8 svart löpare · h8 svart torn · a7 svart bonde · b7 svart bonde · c7 svart bonde · e7 svart bonde · f7 svart bonde · h7 svart bonde · f6 svart springare · g6 svart bonde · d5 svart bonde · c4 vit bonde · d4 vit bonde · c3 vit springare · f3 vit springare · a2 vit bonde · b2 vit bonde · e2 vit bonde · f2 vit bonde · g2 vit bonde · h2 vit bonde · a1 vit torn · c1 vit löpare · d1 vit drottning · e1 vit kung · f1 vit löpare · h1 vit torn | a8 svart torn · b8 svart springare · c8 svart löpare · d8 svart drottning · e8 svart kung · f8 svart löpare · h8 svart torn · a7 svart bonde · b7 svart bonde · c7 svart bonde · e7 svart bonde · f7 svart bonde · h7 svart bonde · f6 svart springare · g6 svart bonde · d5 svart bonde · c4 vit bonde · d4 vit bonde · c3 vit springare · f3 vit springare · a2 vit bonde · b2 vit bonde · e2 vit bonde · f2 vit bonde · g2 vit bonde · h2 vit bonde · a1 vit torn · c1 vit löpare · d1 vit drottning · e1 vit kung · f1 vit löpare · h1 vit torn | a8 svart torn · b8 svart springare · c8 svart löpare · d8 svart drottning · e8 svart kung · f8 svart löpare · h8 svart torn · a7 svart bonde · b7 svart bonde · c7 svart bonde · e7 svart bonde · f7 svart bonde · h7 svart bonde · f6 svart springare · g6 svart bonde · d5 svart bonde · c4 vit bonde · d4 vit bonde · c3 vit springare · f3 vit springare · a2 vit bonde · b2 vit bonde · e2 vit bonde · f2 vit bonde · g2 vit bonde · h2 vit bonde · a1 vit torn · c1 vit löpare · d1 vit drottning · e1 vit kung · f1 vit löpare · h1 vit torn | a8 svart torn · b8 svart springare · c8 svart löpare · d8 svart drottning · e8 svart kung · f8 svart löpare · h8 svart torn · a7 svart bonde · b7 svart bonde · c7 svart bonde · e7 svart bonde · f7 svart bonde · h7 svart bonde · f6 svart springare · g6 svart bonde · d5 svart bonde · c4 vit bonde · d4 vit bonde · c3 vit springare · f3 vit springare · a2 vit bonde · b2 vit bonde · e2 vit bonde · f2 vit bonde · g2 vit bonde · h2 vit bonde · a1 vit torn · c1 vit löpare · d1 vit drottning · e1 vit kung · f1 vit löpare · h1 vit torn | 6 |
| 5 | a8 svart torn · b8 svart springare · c8 svart löpare · d8 svart drottning · e8 svart kung · f8 svart löpare · h8 svart torn · a7 svart bonde · b7 svart bonde · c7 svart bonde · e7 svart bonde · f7 svart bonde · h7 svart bonde · f6 svart springare · g6 svart bonde · d5 svart bonde · c4 vit bonde · d4 vit bonde · c3 vit springare · f3 vit springare · a2 vit bonde · b2 vit bonde · e2 vit bonde · f2 vit bonde · g2 vit bonde · h2 vit bonde · a1 vit torn · c1 vit löpare · d1 vit drottning · e1 vit kung · f1 vit löpare · h1 vit torn | a8 svart torn · b8 svart springare · c8 svart löpare · d8 svart drottning · e8 svart kung · f8 svart löpare · h8 svart torn · a7 svart bonde · b7 svart bonde · c7 svart bonde · e7 svart bonde · f7 svart bonde · h7 svart bonde · f6 svart springare · g6 svart bonde · d5 svart bonde · c4 vit bonde · d4 vit bonde · c3 vit springare · f3 vit springare · a2 vit bonde · b2 vit bonde · e2 vit bonde · f2 vit bonde · g2 vit bonde · h2 vit bonde · a1 vit torn · c1 vit löpare · d1 vit drottning · e1 vit kung · f1 vit löpare · h1 vit torn | a8 svart torn · b8 svart springare · c8 svart löpare · d8 svart drottning · e8 svart kung · f8 svart löpare · h8 svart torn · a7 svart bonde · b7 svart bonde · c7 svart bonde · e7 svart bonde · f7 svart bonde · h7 svart bonde · f6 svart springare · g6 svart bonde · d5 svart bonde · c4 vit bonde · d4 vit bonde · c3 vit springare · f3 vit springare · a2 vit bonde · b2 vit bonde · e2 vit bonde · f2 vit bonde · g2 vit bonde · h2 vit bonde · a1 vit torn · c1 vit löpare · d1 vit drottning · e1 vit kung · f1 vit löpare · h1 vit torn | a8 svart torn · b8 svart springare · c8 svart löpare · d8 svart drottning · e8 svart kung · f8 svart löpare · h8 svart torn · a7 svart bonde · b7 svart bonde · c7 svart bonde · e7 svart bonde · f7 svart bonde · h7 svart bonde · f6 svart springare · g6 svart bonde · d5 svart bonde · c4 vit bonde · d4 vit bonde · c3 vit springare · f3 vit springare · a2 vit bonde · b2 vit bonde · e2 vit bonde · f2 vit bonde · g2 vit bonde · h2 vit bonde · a1 vit torn · c1 vit löpare · d1 vit drottning · e1 vit kung · f1 vit löpare · h1 vit torn | a8 svart torn · b8 svart springare · c8 svart löpare · d8 svart drottning · e8 svart kung · f8 svart löpare · h8 svart torn · a7 svart bonde · b7 svart bonde · c7 svart bonde · e7 svart bonde · f7 svart bonde · h7 svart bonde · f6 svart springare · g6 svart bonde · d5 svart bonde · c4 vit bonde · d4 vit bonde · c3 vit springare · f3 vit springare · a2 vit bonde · b2 vit bonde · e2 vit bonde · f2 vit bonde · g2 vit bonde · h2 vit bonde · a1 vit torn · c1 vit löpare · d1 vit drottning · e1 vit kung · f1 vit löpare · h1 vit torn | a8 svart torn · b8 svart springare · c8 svart löpare · d8 svart drottning · e8 svart kung · f8 svart löpare · h8 svart torn · a7 svart bonde · b7 svart bonde · c7 svart bonde · e7 svart bonde · f7 svart bonde · h7 svart bonde · f6 svart springare · g6 svart bonde · d5 svart bonde · c4 vit bonde · d4 vit bonde · c3 vit springare · f3 vit springare · a2 vit bonde · b2 vit bonde · e2 vit bonde · f2 vit bonde · g2 vit bonde · h2 vit bonde · a1 vit torn · c1 vit löpare · d1 vit drottning · e1 vit kung · f1 vit löpare · h1 vit torn | a8 svart torn · b8 svart springare · c8 svart löpare · d8 svart drottning · e8 svart kung · f8 svart löpare · h8 svart torn · a7 svart bonde · b7 svart bonde · c7 svart bonde · e7 svart bonde · f7 svart bonde · h7 svart bonde · f6 svart springare · g6 svart bonde · d5 svart bonde · c4 vit bonde · d4 vit bonde · c3 vit springare · f3 vit springare · a2 vit bonde · b2 vit bonde · e2 vit bonde · f2 vit bonde · g2 vit bonde · h2 vit bonde · a1 vit torn · c1 vit löpare · d1 vit drottning · e1 vit kung · f1 vit löpare · h1 vit torn | a8 svart torn · b8 svart springare · c8 svart löpare · d8 svart drottning · e8 svart kung · f8 svart löpare · h8 svart torn · a7 svart bonde · b7 svart bonde · c7 svart bonde · e7 svart bonde · f7 svart bonde · h7 svart bonde · f6 svart springare · g6 svart bonde · d5 svart bonde · c4 vit bonde · d4 vit bonde · c3 vit springare · f3 vit springare · a2 vit bonde · b2 vit bonde · e2 vit bonde · f2 vit bonde · g2 vit bonde · h2 vit bonde · a1 vit torn · c1 vit löpare · d1 vit drottning · e1 vit kung · f1 vit löpare · h1 vit torn | 5 |
| 4 | a8 svart torn · b8 svart springare · c8 svart löpare · d8 svart drottning · e8 svart kung · f8 svart löpare · h8 svart torn · a7 svart bonde · b7 svart bonde · c7 svart bonde · e7 svart bonde · f7 svart bonde · h7 svart bonde · f6 svart springare · g6 svart bonde · d5 svart bonde · c4 vit bonde · d4 vit bonde · c3 vit springare · f3 vit springare · a2 vit bonde · b2 vit bonde · e2 vit bonde · f2 vit bonde · g2 vit bonde · h2 vit bonde · a1 vit torn · c1 vit löpare · d1 vit drottning · e1 vit kung · f1 vit löpare · h1 vit torn | a8 svart torn · b8 svart springare · c8 svart löpare · d8 svart drottning · e8 svart kung · f8 svart löpare · h8 svart torn · a7 svart bonde · b7 svart bonde · c7 svart bonde · e7 svart bonde · f7 svart bonde · h7 svart bonde · f6 svart springare · g6 svart bonde · d5 svart bonde · c4 vit bonde · d4 vit bonde · c3 vit springare · f3 vit springare · a2 vit bonde · b2 vit bonde · e2 vit bonde · f2 vit bonde · g2 vit bonde · h2 vit bonde · a1 vit torn · c1 vit löpare · d1 vit drottning · e1 vit kung · f1 vit löpare · h1 vit torn | a8 svart torn · b8 svart springare · c8 svart löpare · d8 svart drottning · e8 svart kung · f8 svart löpare · h8 svart torn · a7 svart bonde · b7 svart bonde · c7 svart bonde · e7 svart bonde · f7 svart bonde · h7 svart bonde · f6 svart springare · g6 svart bonde · d5 svart bonde · c4 vit bonde · d4 vit bonde · c3 vit springare · f3 vit springare · a2 vit bonde · b2 vit bonde · e2 vit bonde · f2 vit bonde · g2 vit bonde · h2 vit bonde · a1 vit torn · c1 vit löpare · d1 vit drottning · e1 vit kung · f1 vit löpare · h1 vit torn | a8 svart torn · b8 svart springare · c8 svart löpare · d8 svart drottning · e8 svart kung · f8 svart löpare · h8 svart torn · a7 svart bonde · b7 svart bonde · c7 svart bonde · e7 svart bonde · f7 svart bonde · h7 svart bonde · f6 svart springare · g6 svart bonde · d5 svart bonde · c4 vit bonde · d4 vit bonde · c3 vit springare · f3 vit springare · a2 vit bonde · b2 vit bonde · e2 vit bonde · f2 vit bonde · g2 vit bonde · h2 vit bonde · a1 vit torn · c1 vit löpare · d1 vit drottning · e1 vit kung · f1 vit löpare · h1 vit torn | a8 svart torn · b8 svart springare · c8 svart löpare · d8 svart drottning · e8 svart kung · f8 svart löpare · h8 svart torn · a7 svart bonde · b7 svart bonde · c7 svart bonde · e7 svart bonde · f7 svart bonde · h7 svart bonde · f6 svart springare · g6 svart bonde · d5 svart bonde · c4 vit bonde · d4 vit bonde · c3 vit springare · f3 vit springare · a2 vit bonde · b2 vit bonde · e2 vit bonde · f2 vit bonde · g2 vit bonde · h2 vit bonde · a1 vit torn · c1 vit löpare · d1 vit drottning · e1 vit kung · f1 vit löpare · h1 vit torn | a8 svart torn · b8 svart springare · c8 svart löpare · d8 svart drottning · e8 svart kung · f8 svart löpare · h8 svart torn · a7 svart bonde · b7 svart bonde · c7 svart bonde · e7 svart bonde · f7 svart bonde · h7 svart bonde · f6 svart springare · g6 svart bonde · d5 svart bonde · c4 vit bonde · d4 vit bonde · c3 vit springare · f3 vit springare · a2 vit bonde · b2 vit bonde · e2 vit bonde · f2 vit bonde · g2 vit bonde · h2 vit bonde · a1 vit torn · c1 vit löpare · d1 vit drottning · e1 vit kung · f1 vit löpare · h1 vit torn | a8 svart torn · b8 svart springare · c8 svart löpare · d8 svart drottning · e8 svart kung · f8 svart löpare · h8 svart torn · a7 svart bonde · b7 svart bonde · c7 svart bonde · e7 svart bonde · f7 svart bonde · h7 svart bonde · f6 svart springare · g6 svart bonde · d5 svart bonde · c4 vit bonde · d4 vit bonde · c3 vit springare · f3 vit springare · a2 vit bonde · b2 vit bonde · e2 vit bonde · f2 vit bonde · g2 vit bonde · h2 vit bonde · a1 vit torn · c1 vit löpare · d1 vit drottning · e1 vit kung · f1 vit löpare · h1 vit torn | a8 svart torn · b8 svart springare · c8 svart löpare · d8 svart drottning · e8 svart kung · f8 svart löpare · h8 svart torn · a7 svart bonde · b7 svart bonde · c7 svart bonde · e7 svart bonde · f7 svart bonde · h7 svart bonde · f6 svart springare · g6 svart bonde · d5 svart bonde · c4 vit bonde · d4 vit bonde · c3 vit springare · f3 vit springare · a2 vit bonde · b2 vit bonde · e2 vit bonde · f2 vit bonde · g2 vit bonde · h2 vit bonde · a1 vit torn · c1 vit löpare · d1 vit drottning · e1 vit kung · f1 vit löpare · h1 vit torn | 4 |
| 3 | a8 svart torn · b8 svart springare · c8 svart löpare · d8 svart drottning · e8 svart kung · f8 svart löpare · h8 svart torn · a7 svart bonde · b7 svart bonde · c7 svart bonde · e7 svart bonde · f7 svart bonde · h7 svart bonde · f6 svart springare · g6 svart bonde · d5 svart bonde · c4 vit bonde · d4 vit bonde · c3 vit springare · f3 vit springare · a2 vit bonde · b2 vit bonde · e2 vit bonde · f2 vit bonde · g2 vit bonde · h2 vit bonde · a1 vit torn · c1 vit löpare · d1 vit drottning · e1 vit kung · f1 vit löpare · h1 vit torn | a8 svart torn · b8 svart springare · c8 svart löpare · d8 svart drottning · e8 svart kung · f8 svart löpare · h8 svart torn · a7 svart bonde · b7 svart bonde · c7 svart bonde · e7 svart bonde · f7 svart bonde · h7 svart bonde · f6 svart springare · g6 svart bonde · d5 svart bonde · c4 vit bonde · d4 vit bonde · c3 vit springare · f3 vit springare · a2 vit bonde · b2 vit bonde · e2 vit bonde · f2 vit bonde · g2 vit bonde · h2 vit bonde · a1 vit torn · c1 vit löpare · d1 vit drottning · e1 vit kung · f1 vit löpare · h1 vit torn | a8 svart torn · b8 svart springare · c8 svart löpare · d8 svart drottning · e8 svart kung · f8 svart löpare · h8 svart torn · a7 svart bonde · b7 svart bonde · c7 svart bonde · e7 svart bonde · f7 svart bonde · h7 svart bonde · f6 svart springare · g6 svart bonde · d5 svart bonde · c4 vit bonde · d4 vit bonde · c3 vit springare · f3 vit springare · a2 vit bonde · b2 vit bonde · e2 vit bonde · f2 vit bonde · g2 vit bonde · h2 vit bonde · a1 vit torn · c1 vit löpare · d1 vit drottning · e1 vit kung · f1 vit löpare · h1 vit torn | a8 svart torn · b8 svart springare · c8 svart löpare · d8 svart drottning · e8 svart kung · f8 svart löpare · h8 svart torn · a7 svart bonde · b7 svart bonde · c7 svart bonde · e7 svart bonde · f7 svart bonde · h7 svart bonde · f6 svart springare · g6 svart bonde · d5 svart bonde · c4 vit bonde · d4 vit bonde · c3 vit springare · f3 vit springare · a2 vit bonde · b2 vit bonde · e2 vit bonde · f2 vit bonde · g2 vit bonde · h2 vit bonde · a1 vit torn · c1 vit löpare · d1 vit drottning · e1 vit kung · f1 vit löpare · h1 vit torn | a8 svart torn · b8 svart springare · c8 svart löpare · d8 svart drottning · e8 svart kung · f8 svart löpare · h8 svart torn · a7 svart bonde · b7 svart bonde · c7 svart bonde · e7 svart bonde · f7 svart bonde · h7 svart bonde · f6 svart springare · g6 svart bonde · d5 svart bonde · c4 vit bonde · d4 vit bonde · c3 vit springare · f3 vit springare · a2 vit bonde · b2 vit bonde · e2 vit bonde · f2 vit bonde · g2 vit bonde · h2 vit bonde · a1 vit torn · c1 vit löpare · d1 vit drottning · e1 vit kung · f1 vit löpare · h1 vit torn | a8 svart torn · b8 svart springare · c8 svart löpare · d8 svart drottning · e8 svart kung · f8 svart löpare · h8 svart torn · a7 svart bonde · b7 svart bonde · c7 svart bonde · e7 svart bonde · f7 svart bonde · h7 svart bonde · f6 svart springare · g6 svart bonde · d5 svart bonde · c4 vit bonde · d4 vit bonde · c3 vit springare · f3 vit springare · a2 vit bonde · b2 vit bonde · e2 vit bonde · f2 vit bonde · g2 vit bonde · h2 vit bonde · a1 vit torn · c1 vit löpare · d1 vit drottning · e1 vit kung · f1 vit löpare · h1 vit torn | a8 svart torn · b8 svart springare · c8 svart löpare · d8 svart drottning · e8 svart kung · f8 svart löpare · h8 svart torn · a7 svart bonde · b7 svart bonde · c7 svart bonde · e7 svart bonde · f7 svart bonde · h7 svart bonde · f6 svart springare · g6 svart bonde · d5 svart bonde · c4 vit bonde · d4 vit bonde · c3 vit springare · f3 vit springare · a2 vit bonde · b2 vit bonde · e2 vit bonde · f2 vit bonde · g2 vit bonde · h2 vit bonde · a1 vit torn · c1 vit löpare · d1 vit drottning · e1 vit kung · f1 vit löpare · h1 vit torn | a8 svart torn · b8 svart springare · c8 svart löpare · d8 svart drottning · e8 svart kung · f8 svart löpare · h8 svart torn · a7 svart bonde · b7 svart bonde · c7 svart bonde · e7 svart bonde · f7 svart bonde · h7 svart bonde · f6 svart springare · g6 svart bonde · d5 svart bonde · c4 vit bonde · d4 vit bonde · c3 vit springare · f3 vit springare · a2 vit bonde · b2 vit bonde · e2 vit bonde · f2 vit bonde · g2 vit bonde · h2 vit bonde · a1 vit torn · c1 vit löpare · d1 vit drottning · e1 vit kung · f1 vit löpare · h1 vit torn | 3 |
| 2 | a8 svart torn · b8 svart springare · c8 svart löpare · d8 svart drottning · e8 svart kung · f8 svart löpare · h8 svart torn · a7 svart bonde · b7 svart bonde · c7 svart bonde · e7 svart bonde · f7 svart bonde · h7 svart bonde · f6 svart springare · g6 svart bonde · d5 svart bonde · c4 vit bonde · d4 vit bonde · c3 vit springare · f3 vit springare · a2 vit bonde · b2 vit bonde · e2 vit bonde · f2 vit bonde · g2 vit bonde · h2 vit bonde · a1 vit torn · c1 vit löpare · d1 vit drottning · e1 vit kung · f1 vit löpare · h1 vit torn | a8 svart torn · b8 svart springare · c8 svart löpare · d8 svart drottning · e8 svart kung · f8 svart löpare · h8 svart torn · a7 svart bonde · b7 svart bonde · c7 svart bonde · e7 svart bonde · f7 svart bonde · h7 svart bonde · f6 svart springare · g6 svart bonde · d5 svart bonde · c4 vit bonde · d4 vit bonde · c3 vit springare · f3 vit springare · a2 vit bonde · b2 vit bonde · e2 vit bonde · f2 vit bonde · g2 vit bonde · h2 vit bonde · a1 vit torn · c1 vit löpare · d1 vit drottning · e1 vit kung · f1 vit löpare · h1 vit torn | a8 svart torn · b8 svart springare · c8 svart löpare · d8 svart drottning · e8 svart kung · f8 svart löpare · h8 svart torn · a7 svart bonde · b7 svart bonde · c7 svart bonde · e7 svart bonde · f7 svart bonde · h7 svart bonde · f6 svart springare · g6 svart bonde · d5 svart bonde · c4 vit bonde · d4 vit bonde · c3 vit springare · f3 vit springare · a2 vit bonde · b2 vit bonde · e2 vit bonde · f2 vit bonde · g2 vit bonde · h2 vit bonde · a1 vit torn · c1 vit löpare · d1 vit drottning · e1 vit kung · f1 vit löpare · h1 vit torn | a8 svart torn · b8 svart springare · c8 svart löpare · d8 svart drottning · e8 svart kung · f8 svart löpare · h8 svart torn · a7 svart bonde · b7 svart bonde · c7 svart bonde · e7 svart bonde · f7 svart bonde · h7 svart bonde · f6 svart springare · g6 svart bonde · d5 svart bonde · c4 vit bonde · d4 vit bonde · c3 vit springare · f3 vit springare · a2 vit bonde · b2 vit bonde · e2 vit bonde · f2 vit bonde · g2 vit bonde · h2 vit bonde · a1 vit torn · c1 vit löpare · d1 vit drottning · e1 vit kung · f1 vit löpare · h1 vit torn | a8 svart torn · b8 svart springare · c8 svart löpare · d8 svart drottning · e8 svart kung · f8 svart löpare · h8 svart torn · a7 svart bonde · b7 svart bonde · c7 svart bonde · e7 svart bonde · f7 svart bonde · h7 svart bonde · f6 svart springare · g6 svart bonde · d5 svart bonde · c4 vit bonde · d4 vit bonde · c3 vit springare · f3 vit springare · a2 vit bonde · b2 vit bonde · e2 vit bonde · f2 vit bonde · g2 vit bonde · h2 vit bonde · a1 vit torn · c1 vit löpare · d1 vit drottning · e1 vit kung · f1 vit löpare · h1 vit torn | a8 svart torn · b8 svart springare · c8 svart löpare · d8 svart drottning · e8 svart kung · f8 svart löpare · h8 svart torn · a7 svart bonde · b7 svart bonde · c7 svart bonde · e7 svart bonde · f7 svart bonde · h7 svart bonde · f6 svart springare · g6 svart bonde · d5 svart bonde · c4 vit bonde · d4 vit bonde · c3 vit springare · f3 vit springare · a2 vit bonde · b2 vit bonde · e2 vit bonde · f2 vit bonde · g2 vit bonde · h2 vit bonde · a1 vit torn · c1 vit löpare · d1 vit drottning · e1 vit kung · f1 vit löpare · h1 vit torn | a8 svart torn · b8 svart springare · c8 svart löpare · d8 svart drottning · e8 svart kung · f8 svart löpare · h8 svart torn · a7 svart bonde · b7 svart bonde · c7 svart bonde · e7 svart bonde · f7 svart bonde · h7 svart bonde · f6 svart springare · g6 svart bonde · d5 svart bonde · c4 vit bonde · d4 vit bonde · c3 vit springare · f3 vit springare · a2 vit bonde · b2 vit bonde · e2 vit bonde · f2 vit bonde · g2 vit bonde · h2 vit bonde · a1 vit torn · c1 vit löpare · d1 vit drottning · e1 vit kung · f1 vit löpare · h1 vit torn | a8 svart torn · b8 svart springare · c8 svart löpare · d8 svart drottning · e8 svart kung · f8 svart löpare · h8 svart torn · a7 svart bonde · b7 svart bonde · c7 svart bonde · e7 svart bonde · f7 svart bonde · h7 svart bonde · f6 svart springare · g6 svart bonde · d5 svart bonde · c4 vit bonde · d4 vit bonde · c3 vit springare · f3 vit springare · a2 vit bonde · b2 vit bonde · e2 vit bonde · f2 vit bonde · g2 vit bonde · h2 vit bonde · a1 vit torn · c1 vit löpare · d1 vit drottning · e1 vit kung · f1 vit löpare · h1 vit torn | 2 |
| 1 | a8 svart torn · b8 svart springare · c8 svart löpare · d8 svart drottning · e8 svart kung · f8 svart löpare · h8 svart torn · a7 svart bonde · b7 svart bonde · c7 svart bonde · e7 svart bonde · f7 svart bonde · h7 svart bonde · f6 svart springare · g6 svart bonde · d5 svart bonde · c4 vit bonde · d4 vit bonde · c3 vit springare · f3 vit springare · a2 vit bonde · b2 vit bonde · e2 vit bonde · f2 vit bonde · g2 vit bonde · h2 vit bonde · a1 vit torn · c1 vit löpare · d1 vit drottning · e1 vit kung · f1 vit löpare · h1 vit torn | a8 svart torn · b8 svart springare · c8 svart löpare · d8 svart drottning · e8 svart kung · f8 svart löpare · h8 svart torn · a7 svart bonde · b7 svart bonde · c7 svart bonde · e7 svart bonde · f7 svart bonde · h7 svart bonde · f6 svart springare · g6 svart bonde · d5 svart bonde · c4 vit bonde · d4 vit bonde · c3 vit springare · f3 vit springare · a2 vit bonde · b2 vit bonde · e2 vit bonde · f2 vit bonde · g2 vit bonde · h2 vit bonde · a1 vit torn · c1 vit löpare · d1 vit drottning · e1 vit kung · f1 vit löpare · h1 vit torn | a8 svart torn · b8 svart springare · c8 svart löpare · d8 svart drottning · e8 svart kung · f8 svart löpare · h8 svart torn · a7 svart bonde · b7 svart bonde · c7 svart bonde · e7 svart bonde · f7 svart bonde · h7 svart bonde · f6 svart springare · g6 svart bonde · d5 svart bonde · c4 vit bonde · d4 vit bonde · c3 vit springare · f3 vit springare · a2 vit bonde · b2 vit bonde · e2 vit bonde · f2 vit bonde · g2 vit bonde · h2 vit bonde · a1 vit torn · c1 vit löpare · d1 vit drottning · e1 vit kung · f1 vit löpare · h1 vit torn | a8 svart torn · b8 svart springare · c8 svart löpare · d8 svart drottning · e8 svart kung · f8 svart löpare · h8 svart torn · a7 svart bonde · b7 svart bonde · c7 svart bonde · e7 svart bonde · f7 svart bonde · h7 svart bonde · f6 svart springare · g6 svart bonde · d5 svart bonde · c4 vit bonde · d4 vit bonde · c3 vit springare · f3 vit springare · a2 vit bonde · b2 vit bonde · e2 vit bonde · f2 vit bonde · g2 vit bonde · h2 vit bonde · a1 vit torn · c1 vit löpare · d1 vit drottning · e1 vit kung · f1 vit löpare · h1 vit torn | a8 svart torn · b8 svart springare · c8 svart löpare · d8 svart drottning · e8 svart kung · f8 svart löpare · h8 svart torn · a7 svart bonde · b7 svart bonde · c7 svart bonde · e7 svart bonde · f7 svart bonde · h7 svart bonde · f6 svart springare · g6 svart bonde · d5 svart bonde · c4 vit bonde · d4 vit bonde · c3 vit springare · f3 vit springare · a2 vit bonde · b2 vit bonde · e2 vit bonde · f2 vit bonde · g2 vit bonde · h2 vit bonde · a1 vit torn · c1 vit löpare · d1 vit drottning · e1 vit kung · f1 vit löpare · h1 vit torn | a8 svart torn · b8 svart springare · c8 svart löpare · d8 svart drottning · e8 svart kung · f8 svart löpare · h8 svart torn · a7 svart bonde · b7 svart bonde · c7 svart bonde · e7 svart bonde · f7 svart bonde · h7 svart bonde · f6 svart springare · g6 svart bonde · d5 svart bonde · c4 vit bonde · d4 vit bonde · c3 vit springare · f3 vit springare · a2 vit bonde · b2 vit bonde · e2 vit bonde · f2 vit bonde · g2 vit bonde · h2 vit bonde · a1 vit torn · c1 vit löpare · d1 vit drottning · e1 vit kung · f1 vit löpare · h1 vit torn | a8 svart torn · b8 svart springare · c8 svart löpare · d8 svart drottning · e8 svart kung · f8 svart löpare · h8 svart torn · a7 svart bonde · b7 svart bonde · c7 svart bonde · e7 svart bonde · f7 svart bonde · h7 svart bonde · f6 svart springare · g6 svart bonde · d5 svart bonde · c4 vit bonde · d4 vit bonde · c3 vit springare · f3 vit springare · a2 vit bonde · b2 vit bonde · e2 vit bonde · f2 vit bonde · g2 vit bonde · h2 vit bonde · a1 vit torn · c1 vit löpare · d1 vit drottning · e1 vit kung · f1 vit löpare · h1 vit torn | a8 svart torn · b8 svart springare · c8 svart löpare · d8 svart drottning · e8 svart kung · f8 svart löpare · h8 svart torn · a7 svart bonde · b7 svart bonde · c7 svart bonde · e7 svart bonde · f7 svart bonde · h7 svart bonde · f6 svart springare · g6 svart bonde · d5 svart bonde · c4 vit bonde · d4 vit bonde · c3 vit springare · f3 vit springare · a2 vit bonde · b2 vit bonde · e2 vit bonde · f2 vit bonde · g2 vit bonde · h2 vit bonde · a1 vit torn · c1 vit löpare · d1 vit drottning · e1 vit kung · f1 vit löpare · h1 vit torn | 1 |
|   | a | b | c | d | e | f | g | h |   |

D90 Grünfeld
1.d4 Sf6 2.c4 g6 3.Sc3 d5 4.Sf3
D91 Grünfeld, 5.Lg5
1.d4 Sf6 2.c4 g6 3.Sc3 d5 4.Sf3 Lg7 5.Lg5
D92 Grünfeld, 5.Lf4
1.d4 Sf6 2.c4 g6 3.Sc3 d5 4.Sf3 Lg7 5.Lf4
D93 Grünfeld, med Lf4 och e3
1.d4 Sf6 2.c4 g6 3.Sc3 d5 4.Sf3 Lg7 5.Lf4 0-0 6.e3
D94 Grünfeld
1.d4 Sf6 2.c4 g6 3.Sc3 d5 4.Sf3 Lg7 5.e3
D95 Grünfeld
1.d4 Sf6 2.c4 g6 3.Sc3 d5 4.Sf3 Lg7 5.e3 0-0 6.Db3
D96 Grünfeld, ryska varianten
1.d4 Sf6 2.c4 g6 3.Sc3 d5 4.Sf3 Lg7 5.Db3
D97 Grünfeld, ryska varianten
1.d4 Sf6 2.c4 g6 3.Sc3 d5 4.Sf3 Lg7 5.Db3 dxc4 6.Dxc4 0-0 7.e4
D98 Grünfeld, ryska varianten
1.d4 Sf6 2.c4 g6 3.Sc3 d5 4.Sf3 Lg7 5.Db3 dxc4 6.Dxc4 0-0 7.e4 Lg4
D99 Grünfeld, Smyslovvarianten
1.d4 Sf6 2.c4 g6 3.Sc3 d5 4.Sf3 Lg7 5.Db3 dxc4 6.Dxc4 0-0 7.e4 Lg4 8.Le3

## E:Indiska försvar

### E00-E19: Indiska försvar
|   | a | b | c | d | e | f | g | h |   |
| 8 | a8 svart torn · b8 svart springare · c8 svart löpare · d8 svart drottning · e8 svart kung · f8 svart löpare · h8 svart torn · a7 svart bonde · b7 svart bonde · c7 svart bonde · d7 svart bonde · f7 svart bonde · g7 svart bonde · h7 svart bonde · e6 svart bonde · f6 svart springare · c4 vit bonde · d4 vit bonde · a2 vit bonde · b2 vit bonde · e2 vit bonde · f2 vit bonde · g2 vit bonde · h2 vit bonde · a1 vit torn · b1 vit springare · c1 vit löpare · d1 vit drottning · e1 vit kung · f1 vit löpare · g1 vit springare · h1 vit torn | a8 svart torn · b8 svart springare · c8 svart löpare · d8 svart drottning · e8 svart kung · f8 svart löpare · h8 svart torn · a7 svart bonde · b7 svart bonde · c7 svart bonde · d7 svart bonde · f7 svart bonde · g7 svart bonde · h7 svart bonde · e6 svart bonde · f6 svart springare · c4 vit bonde · d4 vit bonde · a2 vit bonde · b2 vit bonde · e2 vit bonde · f2 vit bonde · g2 vit bonde · h2 vit bonde · a1 vit torn · b1 vit springare · c1 vit löpare · d1 vit drottning · e1 vit kung · f1 vit löpare · g1 vit springare · h1 vit torn | a8 svart torn · b8 svart springare · c8 svart löpare · d8 svart drottning · e8 svart kung · f8 svart löpare · h8 svart torn · a7 svart bonde · b7 svart bonde · c7 svart bonde · d7 svart bonde · f7 svart bonde · g7 svart bonde · h7 svart bonde · e6 svart bonde · f6 svart springare · c4 vit bonde · d4 vit bonde · a2 vit bonde · b2 vit bonde · e2 vit bonde · f2 vit bonde · g2 vit bonde · h2 vit bonde · a1 vit torn · b1 vit springare · c1 vit löpare · d1 vit drottning · e1 vit kung · f1 vit löpare · g1 vit springare · h1 vit torn | a8 svart torn · b8 svart springare · c8 svart löpare · d8 svart drottning · e8 svart kung · f8 svart löpare · h8 svart torn · a7 svart bonde · b7 svart bonde · c7 svart bonde · d7 svart bonde · f7 svart bonde · g7 svart bonde · h7 svart bonde · e6 svart bonde · f6 svart springare · c4 vit bonde · d4 vit bonde · a2 vit bonde · b2 vit bonde · e2 vit bonde · f2 vit bonde · g2 vit bonde · h2 vit bonde · a1 vit torn · b1 vit springare · c1 vit löpare · d1 vit drottning · e1 vit kung · f1 vit löpare · g1 vit springare · h1 vit torn | a8 svart torn · b8 svart springare · c8 svart löpare · d8 svart drottning · e8 svart kung · f8 svart löpare · h8 svart torn · a7 svart bonde · b7 svart bonde · c7 svart bonde · d7 svart bonde · f7 svart bonde · g7 svart bonde · h7 svart bonde · e6 svart bonde · f6 svart springare · c4 vit bonde · d4 vit bonde · a2 vit bonde · b2 vit bonde · e2 vit bonde · f2 vit bonde · g2 vit bonde · h2 vit bonde · a1 vit torn · b1 vit springare · c1 vit löpare · d1 vit drottning · e1 vit kung · f1 vit löpare · g1 vit springare · h1 vit torn | a8 svart torn · b8 svart springare · c8 svart löpare · d8 svart drottning · e8 svart kung · f8 svart löpare · h8 svart torn · a7 svart bonde · b7 svart bonde · c7 svart bonde · d7 svart bonde · f7 svart bonde · g7 svart bonde · h7 svart bonde · e6 svart bonde · f6 svart springare · c4 vit bonde · d4 vit bonde · a2 vit bonde · b2 vit bonde · e2 vit bonde · f2 vit bonde · g2 vit bonde · h2 vit bonde · a1 vit torn · b1 vit springare · c1 vit löpare · d1 vit drottning · e1 vit kung · f1 vit löpare · g1 vit springare · h1 vit torn | a8 svart torn · b8 svart springare · c8 svart löpare · d8 svart drottning · e8 svart kung · f8 svart löpare · h8 svart torn · a7 svart bonde · b7 svart bonde · c7 svart bonde · d7 svart bonde · f7 svart bonde · g7 svart bonde · h7 svart bonde · e6 svart bonde · f6 svart springare · c4 vit bonde · d4 vit bonde · a2 vit bonde · b2 vit bonde · e2 vit bonde · f2 vit bonde · g2 vit bonde · h2 vit bonde · a1 vit torn · b1 vit springare · c1 vit löpare · d1 vit drottning · e1 vit kung · f1 vit löpare · g1 vit springare · h1 vit torn | a8 svart torn · b8 svart springare · c8 svart löpare · d8 svart drottning · e8 svart kung · f8 svart löpare · h8 svart torn · a7 svart bonde · b7 svart bonde · c7 svart bonde · d7 svart bonde · f7 svart bonde · g7 svart bonde · h7 svart bonde · e6 svart bonde · f6 svart springare · c4 vit bonde · d4 vit bonde · a2 vit bonde · b2 vit bonde · e2 vit bonde · f2 vit bonde · g2 vit bonde · h2 vit bonde · a1 vit torn · b1 vit springare · c1 vit löpare · d1 vit drottning · e1 vit kung · f1 vit löpare · g1 vit springare · h1 vit torn | 8 |
| 7 | a8 svart torn · b8 svart springare · c8 svart löpare · d8 svart drottning · e8 svart kung · f8 svart löpare · h8 svart torn · a7 svart bonde · b7 svart bonde · c7 svart bonde · d7 svart bonde · f7 svart bonde · g7 svart bonde · h7 svart bonde · e6 svart bonde · f6 svart springare · c4 vit bonde · d4 vit bonde · a2 vit bonde · b2 vit bonde · e2 vit bonde · f2 vit bonde · g2 vit bonde · h2 vit bonde · a1 vit torn · b1 vit springare · c1 vit löpare · d1 vit drottning · e1 vit kung · f1 vit löpare · g1 vit springare · h1 vit torn | a8 svart torn · b8 svart springare · c8 svart löpare · d8 svart drottning · e8 svart kung · f8 svart löpare · h8 svart torn · a7 svart bonde · b7 svart bonde · c7 svart bonde · d7 svart bonde · f7 svart bonde · g7 svart bonde · h7 svart bonde · e6 svart bonde · f6 svart springare · c4 vit bonde · d4 vit bonde · a2 vit bonde · b2 vit bonde · e2 vit bonde · f2 vit bonde · g2 vit bonde · h2 vit bonde · a1 vit torn · b1 vit springare · c1 vit löpare · d1 vit drottning · e1 vit kung · f1 vit löpare · g1 vit springare · h1 vit torn | a8 svart torn · b8 svart springare · c8 svart löpare · d8 svart drottning · e8 svart kung · f8 svart löpare · h8 svart torn · a7 svart bonde · b7 svart bonde · c7 svart bonde · d7 svart bonde · f7 svart bonde · g7 svart bonde · h7 svart bonde · e6 svart bonde · f6 svart springare · c4 vit bonde · d4 vit bonde · a2 vit bonde · b2 vit bonde · e2 vit bonde · f2 vit bonde · g2 vit bonde · h2 vit bonde · a1 vit torn · b1 vit springare · c1 vit löpare · d1 vit drottning · e1 vit kung · f1 vit löpare · g1 vit springare · h1 vit torn | a8 svart torn · b8 svart springare · c8 svart löpare · d8 svart drottning · e8 svart kung · f8 svart löpare · h8 svart torn · a7 svart bonde · b7 svart bonde · c7 svart bonde · d7 svart bonde · f7 svart bonde · g7 svart bonde · h7 svart bonde · e6 svart bonde · f6 svart springare · c4 vit bonde · d4 vit bonde · a2 vit bonde · b2 vit bonde · e2 vit bonde · f2 vit bonde · g2 vit bonde · h2 vit bonde · a1 vit torn · b1 vit springare · c1 vit löpare · d1 vit drottning · e1 vit kung · f1 vit löpare · g1 vit springare · h1 vit torn | a8 svart torn · b8 svart springare · c8 svart löpare · d8 svart drottning · e8 svart kung · f8 svart löpare · h8 svart torn · a7 svart bonde · b7 svart bonde · c7 svart bonde · d7 svart bonde · f7 svart bonde · g7 svart bonde · h7 svart bonde · e6 svart bonde · f6 svart springare · c4 vit bonde · d4 vit bonde · a2 vit bonde · b2 vit bonde · e2 vit bonde · f2 vit bonde · g2 vit bonde · h2 vit bonde · a1 vit torn · b1 vit springare · c1 vit löpare · d1 vit drottning · e1 vit kung · f1 vit löpare · g1 vit springare · h1 vit torn | a8 svart torn · b8 svart springare · c8 svart löpare · d8 svart drottning · e8 svart kung · f8 svart löpare · h8 svart torn · a7 svart bonde · b7 svart bonde · c7 svart bonde · d7 svart bonde · f7 svart bonde · g7 svart bonde · h7 svart bonde · e6 svart bonde · f6 svart springare · c4 vit bonde · d4 vit bonde · a2 vit bonde · b2 vit bonde · e2 vit bonde · f2 vit bonde · g2 vit bonde · h2 vit bonde · a1 vit torn · b1 vit springare · c1 vit löpare · d1 vit drottning · e1 vit kung · f1 vit löpare · g1 vit springare · h1 vit torn | a8 svart torn · b8 svart springare · c8 svart löpare · d8 svart drottning · e8 svart kung · f8 svart löpare · h8 svart torn · a7 svart bonde · b7 svart bonde · c7 svart bonde · d7 svart bonde · f7 svart bonde · g7 svart bonde · h7 svart bonde · e6 svart bonde · f6 svart springare · c4 vit bonde · d4 vit bonde · a2 vit bonde · b2 vit bonde · e2 vit bonde · f2 vit bonde · g2 vit bonde · h2 vit bonde · a1 vit torn · b1 vit springare · c1 vit löpare · d1 vit drottning · e1 vit kung · f1 vit löpare · g1 vit springare · h1 vit torn | a8 svart torn · b8 svart springare · c8 svart löpare · d8 svart drottning · e8 svart kung · f8 svart löpare · h8 svart torn · a7 svart bonde · b7 svart bonde · c7 svart bonde · d7 svart bonde · f7 svart bonde · g7 svart bonde · h7 svart bonde · e6 svart bonde · f6 svart springare · c4 vit bonde · d4 vit bonde · a2 vit bonde · b2 vit bonde · e2 vit bonde · f2 vit bonde · g2 vit bonde · h2 vit bonde · a1 vit torn · b1 vit springare · c1 vit löpare · d1 vit drottning · e1 vit kung · f1 vit löpare · g1 vit springare · h1 vit torn | 7 |
| 6 | a8 svart torn · b8 svart springare · c8 svart löpare · d8 svart drottning · e8 svart kung · f8 svart löpare · h8 svart torn · a7 svart bonde · b7 svart bonde · c7 svart bonde · d7 svart bonde · f7 svart bonde · g7 svart bonde · h7 svart bonde · e6 svart bonde · f6 svart springare · c4 vit bonde · d4 vit bonde · a2 vit bonde · b2 vit bonde · e2 vit bonde · f2 vit bonde · g2 vit bonde · h2 vit bonde · a1 vit torn · b1 vit springare · c1 vit löpare · d1 vit drottning · e1 vit kung · f1 vit löpare · g1 vit springare · h1 vit torn | a8 svart torn · b8 svart springare · c8 svart löpare · d8 svart drottning · e8 svart kung · f8 svart löpare · h8 svart torn · a7 svart bonde · b7 svart bonde · c7 svart bonde · d7 svart bonde · f7 svart bonde · g7 svart bonde · h7 svart bonde · e6 svart bonde · f6 svart springare · c4 vit bonde · d4 vit bonde · a2 vit bonde · b2 vit bonde · e2 vit bonde · f2 vit bonde · g2 vit bonde · h2 vit bonde · a1 vit torn · b1 vit springare · c1 vit löpare · d1 vit drottning · e1 vit kung · f1 vit löpare · g1 vit springare · h1 vit torn | a8 svart torn · b8 svart springare · c8 svart löpare · d8 svart drottning · e8 svart kung · f8 svart löpare · h8 svart torn · a7 svart bonde · b7 svart bonde · c7 svart bonde · d7 svart bonde · f7 svart bonde · g7 svart bonde · h7 svart bonde · e6 svart bonde · f6 svart springare · c4 vit bonde · d4 vit bonde · a2 vit bonde · b2 vit bonde · e2 vit bonde · f2 vit bonde · g2 vit bonde · h2 vit bonde · a1 vit torn · b1 vit springare · c1 vit löpare · d1 vit drottning · e1 vit kung · f1 vit löpare · g1 vit springare · h1 vit torn | a8 svart torn · b8 svart springare · c8 svart löpare · d8 svart drottning · e8 svart kung · f8 svart löpare · h8 svart torn · a7 svart bonde · b7 svart bonde · c7 svart bonde · d7 svart bonde · f7 svart bonde · g7 svart bonde · h7 svart bonde · e6 svart bonde · f6 svart springare · c4 vit bonde · d4 vit bonde · a2 vit bonde · b2 vit bonde · e2 vit bonde · f2 vit bonde · g2 vit bonde · h2 vit bonde · a1 vit torn · b1 vit springare · c1 vit löpare · d1 vit drottning · e1 vit kung · f1 vit löpare · g1 vit springare · h1 vit torn | a8 svart torn · b8 svart springare · c8 svart löpare · d8 svart drottning · e8 svart kung · f8 svart löpare · h8 svart torn · a7 svart bonde · b7 svart bonde · c7 svart bonde · d7 svart bonde · f7 svart bonde · g7 svart bonde · h7 svart bonde · e6 svart bonde · f6 svart springare · c4 vit bonde · d4 vit bonde · a2 vit bonde · b2 vit bonde · e2 vit bonde · f2 vit bonde · g2 vit bonde · h2 vit bonde · a1 vit torn · b1 vit springare · c1 vit löpare · d1 vit drottning · e1 vit kung · f1 vit löpare · g1 vit springare · h1 vit torn | a8 svart torn · b8 svart springare · c8 svart löpare · d8 svart drottning · e8 svart kung · f8 svart löpare · h8 svart torn · a7 svart bonde · b7 svart bonde · c7 svart bonde · d7 svart bonde · f7 svart bonde · g7 svart bonde · h7 svart bonde · e6 svart bonde · f6 svart springare · c4 vit bonde · d4 vit bonde · a2 vit bonde · b2 vit bonde · e2 vit bonde · f2 vit bonde · g2 vit bonde · h2 vit bonde · a1 vit torn · b1 vit springare · c1 vit löpare · d1 vit drottning · e1 vit kung · f1 vit löpare · g1 vit springare · h1 vit torn | a8 svart torn · b8 svart springare · c8 svart löpare · d8 svart drottning · e8 svart kung · f8 svart löpare · h8 svart torn · a7 svart bonde · b7 svart bonde · c7 svart bonde · d7 svart bonde · f7 svart bonde · g7 svart bonde · h7 svart bonde · e6 svart bonde · f6 svart springare · c4 vit bonde · d4 vit bonde · a2 vit bonde · b2 vit bonde · e2 vit bonde · f2 vit bonde · g2 vit bonde · h2 vit bonde · a1 vit torn · b1 vit springare · c1 vit löpare · d1 vit drottning · e1 vit kung · f1 vit löpare · g1 vit springare · h1 vit torn | a8 svart torn · b8 svart springare · c8 svart löpare · d8 svart drottning · e8 svart kung · f8 svart löpare · h8 svart torn · a7 svart bonde · b7 svart bonde · c7 svart bonde · d7 svart bonde · f7 svart bonde · g7 svart bonde · h7 svart bonde · e6 svart bonde · f6 svart springare · c4 vit bonde · d4 vit bonde · a2 vit bonde · b2 vit bonde · e2 vit bonde · f2 vit bonde · g2 vit bonde · h2 vit bonde · a1 vit torn · b1 vit springare · c1 vit löpare · d1 vit drottning · e1 vit kung · f1 vit löpare · g1 vit springare · h1 vit torn | 6 |
| 5 | a8 svart torn · b8 svart springare · c8 svart löpare · d8 svart drottning · e8 svart kung · f8 svart löpare · h8 svart torn · a7 svart bonde · b7 svart bonde · c7 svart bonde · d7 svart bonde · f7 svart bonde · g7 svart bonde · h7 svart bonde · e6 svart bonde · f6 svart springare · c4 vit bonde · d4 vit bonde · a2 vit bonde · b2 vit bonde · e2 vit bonde · f2 vit bonde · g2 vit bonde · h2 vit bonde · a1 vit torn · b1 vit springare · c1 vit löpare · d1 vit drottning · e1 vit kung · f1 vit löpare · g1 vit springare · h1 vit torn | a8 svart torn · b8 svart springare · c8 svart löpare · d8 svart drottning · e8 svart kung · f8 svart löpare · h8 svart torn · a7 svart bonde · b7 svart bonde · c7 svart bonde · d7 svart bonde · f7 svart bonde · g7 svart bonde · h7 svart bonde · e6 svart bonde · f6 svart springare · c4 vit bonde · d4 vit bonde · a2 vit bonde · b2 vit bonde · e2 vit bonde · f2 vit bonde · g2 vit bonde · h2 vit bonde · a1 vit torn · b1 vit springare · c1 vit löpare · d1 vit drottning · e1 vit kung · f1 vit löpare · g1 vit springare · h1 vit torn | a8 svart torn · b8 svart springare · c8 svart löpare · d8 svart drottning · e8 svart kung · f8 svart löpare · h8 svart torn · a7 svart bonde · b7 svart bonde · c7 svart bonde · d7 svart bonde · f7 svart bonde · g7 svart bonde · h7 svart bonde · e6 svart bonde · f6 svart springare · c4 vit bonde · d4 vit bonde · a2 vit bonde · b2 vit bonde · e2 vit bonde · f2 vit bonde · g2 vit bonde · h2 vit bonde · a1 vit torn · b1 vit springare · c1 vit löpare · d1 vit drottning · e1 vit kung · f1 vit löpare · g1 vit springare · h1 vit torn | a8 svart torn · b8 svart springare · c8 svart löpare · d8 svart drottning · e8 svart kung · f8 svart löpare · h8 svart torn · a7 svart bonde · b7 svart bonde · c7 svart bonde · d7 svart bonde · f7 svart bonde · g7 svart bonde · h7 svart bonde · e6 svart bonde · f6 svart springare · c4 vit bonde · d4 vit bonde · a2 vit bonde · b2 vit bonde · e2 vit bonde · f2 vit bonde · g2 vit bonde · h2 vit bonde · a1 vit torn · b1 vit springare · c1 vit löpare · d1 vit drottning · e1 vit kung · f1 vit löpare · g1 vit springare · h1 vit torn | a8 svart torn · b8 svart springare · c8 svart löpare · d8 svart drottning · e8 svart kung · f8 svart löpare · h8 svart torn · a7 svart bonde · b7 svart bonde · c7 svart bonde · d7 svart bonde · f7 svart bonde · g7 svart bonde · h7 svart bonde · e6 svart bonde · f6 svart springare · c4 vit bonde · d4 vit bonde · a2 vit bonde · b2 vit bonde · e2 vit bonde · f2 vit bonde · g2 vit bonde · h2 vit bonde · a1 vit torn · b1 vit springare · c1 vit löpare · d1 vit drottning · e1 vit kung · f1 vit löpare · g1 vit springare · h1 vit torn | a8 svart torn · b8 svart springare · c8 svart löpare · d8 svart drottning · e8 svart kung · f8 svart löpare · h8 svart torn · a7 svart bonde · b7 svart bonde · c7 svart bonde · d7 svart bonde · f7 svart bonde · g7 svart bonde · h7 svart bonde · e6 svart bonde · f6 svart springare · c4 vit bonde · d4 vit bonde · a2 vit bonde · b2 vit bonde · e2 vit bonde · f2 vit bonde · g2 vit bonde · h2 vit bonde · a1 vit torn · b1 vit springare · c1 vit löpare · d1 vit drottning · e1 vit kung · f1 vit löpare · g1 vit springare · h1 vit torn | a8 svart torn · b8 svart springare · c8 svart löpare · d8 svart drottning · e8 svart kung · f8 svart löpare · h8 svart torn · a7 svart bonde · b7 svart bonde · c7 svart bonde · d7 svart bonde · f7 svart bonde · g7 svart bonde · h7 svart bonde · e6 svart bonde · f6 svart springare · c4 vit bonde · d4 vit bonde · a2 vit bonde · b2 vit bonde · e2 vit bonde · f2 vit bonde · g2 vit bonde · h2 vit bonde · a1 vit torn · b1 vit springare · c1 vit löpare · d1 vit drottning · e1 vit kung · f1 vit löpare · g1 vit springare · h1 vit torn | a8 svart torn · b8 svart springare · c8 svart löpare · d8 svart drottning · e8 svart kung · f8 svart löpare · h8 svart torn · a7 svart bonde · b7 svart bonde · c7 svart bonde · d7 svart bonde · f7 svart bonde · g7 svart bonde · h7 svart bonde · e6 svart bonde · f6 svart springare · c4 vit bonde · d4 vit bonde · a2 vit bonde · b2 vit bonde · e2 vit bonde · f2 vit bonde · g2 vit bonde · h2 vit bonde · a1 vit torn · b1 vit springare · c1 vit löpare · d1 vit drottning · e1 vit kung · f1 vit löpare · g1 vit springare · h1 vit torn | 5 |
| 4 | a8 svart torn · b8 svart springare · c8 svart löpare · d8 svart drottning · e8 svart kung · f8 svart löpare · h8 svart torn · a7 svart bonde · b7 svart bonde · c7 svart bonde · d7 svart bonde · f7 svart bonde · g7 svart bonde · h7 svart bonde · e6 svart bonde · f6 svart springare · c4 vit bonde · d4 vit bonde · a2 vit bonde · b2 vit bonde · e2 vit bonde · f2 vit bonde · g2 vit bonde · h2 vit bonde · a1 vit torn · b1 vit springare · c1 vit löpare · d1 vit drottning · e1 vit kung · f1 vit löpare · g1 vit springare · h1 vit torn | a8 svart torn · b8 svart springare · c8 svart löpare · d8 svart drottning · e8 svart kung · f8 svart löpare · h8 svart torn · a7 svart bonde · b7 svart bonde · c7 svart bonde · d7 svart bonde · f7 svart bonde · g7 svart bonde · h7 svart bonde · e6 svart bonde · f6 svart springare · c4 vit bonde · d4 vit bonde · a2 vit bonde · b2 vit bonde · e2 vit bonde · f2 vit bonde · g2 vit bonde · h2 vit bonde · a1 vit torn · b1 vit springare · c1 vit löpare · d1 vit drottning · e1 vit kung · f1 vit löpare · g1 vit springare · h1 vit torn | a8 svart torn · b8 svart springare · c8 svart löpare · d8 svart drottning · e8 svart kung · f8 svart löpare · h8 svart torn · a7 svart bonde · b7 svart bonde · c7 svart bonde · d7 svart bonde · f7 svart bonde · g7 svart bonde · h7 svart bonde · e6 svart bonde · f6 svart springare · c4 vit bonde · d4 vit bonde · a2 vit bonde · b2 vit bonde · e2 vit bonde · f2 vit bonde · g2 vit bonde · h2 vit bonde · a1 vit torn · b1 vit springare · c1 vit löpare · d1 vit drottning · e1 vit kung · f1 vit löpare · g1 vit springare · h1 vit torn | a8 svart torn · b8 svart springare · c8 svart löpare · d8 svart drottning · e8 svart kung · f8 svart löpare · h8 svart torn · a7 svart bonde · b7 svart bonde · c7 svart bonde · d7 svart bonde · f7 svart bonde · g7 svart bonde · h7 svart bonde · e6 svart bonde · f6 svart springare · c4 vit bonde · d4 vit bonde · a2 vit bonde · b2 vit bonde · e2 vit bonde · f2 vit bonde · g2 vit bonde · h2 vit bonde · a1 vit torn · b1 vit springare · c1 vit löpare · d1 vit drottning · e1 vit kung · f1 vit löpare · g1 vit springare · h1 vit torn | a8 svart torn · b8 svart springare · c8 svart löpare · d8 svart drottning · e8 svart kung · f8 svart löpare · h8 svart torn · a7 svart bonde · b7 svart bonde · c7 svart bonde · d7 svart bonde · f7 svart bonde · g7 svart bonde · h7 svart bonde · e6 svart bonde · f6 svart springare · c4 vit bonde · d4 vit bonde · a2 vit bonde · b2 vit bonde · e2 vit bonde · f2 vit bonde · g2 vit bonde · h2 vit bonde · a1 vit torn · b1 vit springare · c1 vit löpare · d1 vit drottning · e1 vit kung · f1 vit löpare · g1 vit springare · h1 vit torn | a8 svart torn · b8 svart springare · c8 svart löpare · d8 svart drottning · e8 svart kung · f8 svart löpare · h8 svart torn · a7 svart bonde · b7 svart bonde · c7 svart bonde · d7 svart bonde · f7 svart bonde · g7 svart bonde · h7 svart bonde · e6 svart bonde · f6 svart springare · c4 vit bonde · d4 vit bonde · a2 vit bonde · b2 vit bonde · e2 vit bonde · f2 vit bonde · g2 vit bonde · h2 vit bonde · a1 vit torn · b1 vit springare · c1 vit löpare · d1 vit drottning · e1 vit kung · f1 vit löpare · g1 vit springare · h1 vit torn | a8 svart torn · b8 svart springare · c8 svart löpare · d8 svart drottning · e8 svart kung · f8 svart löpare · h8 svart torn · a7 svart bonde · b7 svart bonde · c7 svart bonde · d7 svart bonde · f7 svart bonde · g7 svart bonde · h7 svart bonde · e6 svart bonde · f6 svart springare · c4 vit bonde · d4 vit bonde · a2 vit bonde · b2 vit bonde · e2 vit bonde · f2 vit bonde · g2 vit bonde · h2 vit bonde · a1 vit torn · b1 vit springare · c1 vit löpare · d1 vit drottning · e1 vit kung · f1 vit löpare · g1 vit springare · h1 vit torn | a8 svart torn · b8 svart springare · c8 svart löpare · d8 svart drottning · e8 svart kung · f8 svart löpare · h8 svart torn · a7 svart bonde · b7 svart bonde · c7 svart bonde · d7 svart bonde · f7 svart bonde · g7 svart bonde · h7 svart bonde · e6 svart bonde · f6 svart springare · c4 vit bonde · d4 vit bonde · a2 vit bonde · b2 vit bonde · e2 vit bonde · f2 vit bonde · g2 vit bonde · h2 vit bonde · a1 vit torn · b1 vit springare · c1 vit löpare · d1 vit drottning · e1 vit kung · f1 vit löpare · g1 vit springare · h1 vit torn | 4 |
| 3 | a8 svart torn · b8 svart springare · c8 svart löpare · d8 svart drottning · e8 svart kung · f8 svart löpare · h8 svart torn · a7 svart bonde · b7 svart bonde · c7 svart bonde · d7 svart bonde · f7 svart bonde · g7 svart bonde · h7 svart bonde · e6 svart bonde · f6 svart springare · c4 vit bonde · d4 vit bonde · a2 vit bonde · b2 vit bonde · e2 vit bonde · f2 vit bonde · g2 vit bonde · h2 vit bonde · a1 vit torn · b1 vit springare · c1 vit löpare · d1 vit drottning · e1 vit kung · f1 vit löpare · g1 vit springare · h1 vit torn | a8 svart torn · b8 svart springare · c8 svart löpare · d8 svart drottning · e8 svart kung · f8 svart löpare · h8 svart torn · a7 svart bonde · b7 svart bonde · c7 svart bonde · d7 svart bonde · f7 svart bonde · g7 svart bonde · h7 svart bonde · e6 svart bonde · f6 svart springare · c4 vit bonde · d4 vit bonde · a2 vit bonde · b2 vit bonde · e2 vit bonde · f2 vit bonde · g2 vit bonde · h2 vit bonde · a1 vit torn · b1 vit springare · c1 vit löpare · d1 vit drottning · e1 vit kung · f1 vit löpare · g1 vit springare · h1 vit torn | a8 svart torn · b8 svart springare · c8 svart löpare · d8 svart drottning · e8 svart kung · f8 svart löpare · h8 svart torn · a7 svart bonde · b7 svart bonde · c7 svart bonde · d7 svart bonde · f7 svart bonde · g7 svart bonde · h7 svart bonde · e6 svart bonde · f6 svart springare · c4 vit bonde · d4 vit bonde · a2 vit bonde · b2 vit bonde · e2 vit bonde · f2 vit bonde · g2 vit bonde · h2 vit bonde · a1 vit torn · b1 vit springare · c1 vit löpare · d1 vit drottning · e1 vit kung · f1 vit löpare · g1 vit springare · h1 vit torn | a8 svart torn · b8 svart springare · c8 svart löpare · d8 svart drottning · e8 svart kung · f8 svart löpare · h8 svart torn · a7 svart bonde · b7 svart bonde · c7 svart bonde · d7 svart bonde · f7 svart bonde · g7 svart bonde · h7 svart bonde · e6 svart bonde · f6 svart springare · c4 vit bonde · d4 vit bonde · a2 vit bonde · b2 vit bonde · e2 vit bonde · f2 vit bonde · g2 vit bonde · h2 vit bonde · a1 vit torn · b1 vit springare · c1 vit löpare · d1 vit drottning · e1 vit kung · f1 vit löpare · g1 vit springare · h1 vit torn | a8 svart torn · b8 svart springare · c8 svart löpare · d8 svart drottning · e8 svart kung · f8 svart löpare · h8 svart torn · a7 svart bonde · b7 svart bonde · c7 svart bonde · d7 svart bonde · f7 svart bonde · g7 svart bonde · h7 svart bonde · e6 svart bonde · f6 svart springare · c4 vit bonde · d4 vit bonde · a2 vit bonde · b2 vit bonde · e2 vit bonde · f2 vit bonde · g2 vit bonde · h2 vit bonde · a1 vit torn · b1 vit springare · c1 vit löpare · d1 vit drottning · e1 vit kung · f1 vit löpare · g1 vit springare · h1 vit torn | a8 svart torn · b8 svart springare · c8 svart löpare · d8 svart drottning · e8 svart kung · f8 svart löpare · h8 svart torn · a7 svart bonde · b7 svart bonde · c7 svart bonde · d7 svart bonde · f7 svart bonde · g7 svart bonde · h7 svart bonde · e6 svart bonde · f6 svart springare · c4 vit bonde · d4 vit bonde · a2 vit bonde · b2 vit bonde · e2 vit bonde · f2 vit bonde · g2 vit bonde · h2 vit bonde · a1 vit torn · b1 vit springare · c1 vit löpare · d1 vit drottning · e1 vit kung · f1 vit löpare · g1 vit springare · h1 vit torn | a8 svart torn · b8 svart springare · c8 svart löpare · d8 svart drottning · e8 svart kung · f8 svart löpare · h8 svart torn · a7 svart bonde · b7 svart bonde · c7 svart bonde · d7 svart bonde · f7 svart bonde · g7 svart bonde · h7 svart bonde · e6 svart bonde · f6 svart springare · c4 vit bonde · d4 vit bonde · a2 vit bonde · b2 vit bonde · e2 vit bonde · f2 vit bonde · g2 vit bonde · h2 vit bonde · a1 vit torn · b1 vit springare · c1 vit löpare · d1 vit drottning · e1 vit kung · f1 vit löpare · g1 vit springare · h1 vit torn | a8 svart torn · b8 svart springare · c8 svart löpare · d8 svart drottning · e8 svart kung · f8 svart löpare · h8 svart torn · a7 svart bonde · b7 svart bonde · c7 svart bonde · d7 svart bonde · f7 svart bonde · g7 svart bonde · h7 svart bonde · e6 svart bonde · f6 svart springare · c4 vit bonde · d4 vit bonde · a2 vit bonde · b2 vit bonde · e2 vit bonde · f2 vit bonde · g2 vit bonde · h2 vit bonde · a1 vit torn · b1 vit springare · c1 vit löpare · d1 vit drottning · e1 vit kung · f1 vit löpare · g1 vit springare · h1 vit torn | 3 |
| 2 | a8 svart torn · b8 svart springare · c8 svart löpare · d8 svart drottning · e8 svart kung · f8 svart löpare · h8 svart torn · a7 svart bonde · b7 svart bonde · c7 svart bonde · d7 svart bonde · f7 svart bonde · g7 svart bonde · h7 svart bonde · e6 svart bonde · f6 svart springare · c4 vit bonde · d4 vit bonde · a2 vit bonde · b2 vit bonde · e2 vit bonde · f2 vit bonde · g2 vit bonde · h2 vit bonde · a1 vit torn · b1 vit springare · c1 vit löpare · d1 vit drottning · e1 vit kung · f1 vit löpare · g1 vit springare · h1 vit torn | a8 svart torn · b8 svart springare · c8 svart löpare · d8 svart drottning · e8 svart kung · f8 svart löpare · h8 svart torn · a7 svart bonde · b7 svart bonde · c7 svart bonde · d7 svart bonde · f7 svart bonde · g7 svart bonde · h7 svart bonde · e6 svart bonde · f6 svart springare · c4 vit bonde · d4 vit bonde · a2 vit bonde · b2 vit bonde · e2 vit bonde · f2 vit bonde · g2 vit bonde · h2 vit bonde · a1 vit torn · b1 vit springare · c1 vit löpare · d1 vit drottning · e1 vit kung · f1 vit löpare · g1 vit springare · h1 vit torn | a8 svart torn · b8 svart springare · c8 svart löpare · d8 svart drottning · e8 svart kung · f8 svart löpare · h8 svart torn · a7 svart bonde · b7 svart bonde · c7 svart bonde · d7 svart bonde · f7 svart bonde · g7 svart bonde · h7 svart bonde · e6 svart bonde · f6 svart springare · c4 vit bonde · d4 vit bonde · a2 vit bonde · b2 vit bonde · e2 vit bonde · f2 vit bonde · g2 vit bonde · h2 vit bonde · a1 vit torn · b1 vit springare · c1 vit löpare · d1 vit drottning · e1 vit kung · f1 vit löpare · g1 vit springare · h1 vit torn | a8 svart torn · b8 svart springare · c8 svart löpare · d8 svart drottning · e8 svart kung · f8 svart löpare · h8 svart torn · a7 svart bonde · b7 svart bonde · c7 svart bonde · d7 svart bonde · f7 svart bonde · g7 svart bonde · h7 svart bonde · e6 svart bonde · f6 svart springare · c4 vit bonde · d4 vit bonde · a2 vit bonde · b2 vit bonde · e2 vit bonde · f2 vit bonde · g2 vit bonde · h2 vit bonde · a1 vit torn · b1 vit springare · c1 vit löpare · d1 vit drottning · e1 vit kung · f1 vit löpare · g1 vit springare · h1 vit torn | a8 svart torn · b8 svart springare · c8 svart löpare · d8 svart drottning · e8 svart kung · f8 svart löpare · h8 svart torn · a7 svart bonde · b7 svart bonde · c7 svart bonde · d7 svart bonde · f7 svart bonde · g7 svart bonde · h7 svart bonde · e6 svart bonde · f6 svart springare · c4 vit bonde · d4 vit bonde · a2 vit bonde · b2 vit bonde · e2 vit bonde · f2 vit bonde · g2 vit bonde · h2 vit bonde · a1 vit torn · b1 vit springare · c1 vit löpare · d1 vit drottning · e1 vit kung · f1 vit löpare · g1 vit springare · h1 vit torn | a8 svart torn · b8 svart springare · c8 svart löpare · d8 svart drottning · e8 svart kung · f8 svart löpare · h8 svart torn · a7 svart bonde · b7 svart bonde · c7 svart bonde · d7 svart bonde · f7 svart bonde · g7 svart bonde · h7 svart bonde · e6 svart bonde · f6 svart springare · c4 vit bonde · d4 vit bonde · a2 vit bonde · b2 vit bonde · e2 vit bonde · f2 vit bonde · g2 vit bonde · h2 vit bonde · a1 vit torn · b1 vit springare · c1 vit löpare · d1 vit drottning · e1 vit kung · f1 vit löpare · g1 vit springare · h1 vit torn | a8 svart torn · b8 svart springare · c8 svart löpare · d8 svart drottning · e8 svart kung · f8 svart löpare · h8 svart torn · a7 svart bonde · b7 svart bonde · c7 svart bonde · d7 svart bonde · f7 svart bonde · g7 svart bonde · h7 svart bonde · e6 svart bonde · f6 svart springare · c4 vit bonde · d4 vit bonde · a2 vit bonde · b2 vit bonde · e2 vit bonde · f2 vit bonde · g2 vit bonde · h2 vit bonde · a1 vit torn · b1 vit springare · c1 vit löpare · d1 vit drottning · e1 vit kung · f1 vit löpare · g1 vit springare · h1 vit torn | a8 svart torn · b8 svart springare · c8 svart löpare · d8 svart drottning · e8 svart kung · f8 svart löpare · h8 svart torn · a7 svart bonde · b7 svart bonde · c7 svart bonde · d7 svart bonde · f7 svart bonde · g7 svart bonde · h7 svart bonde · e6 svart bonde · f6 svart springare · c4 vit bonde · d4 vit bonde · a2 vit bonde · b2 vit bonde · e2 vit bonde · f2 vit bonde · g2 vit bonde · h2 vit bonde · a1 vit torn · b1 vit springare · c1 vit löpare · d1 vit drottning · e1 vit kung · f1 vit löpare · g1 vit springare · h1 vit torn | 2 |
| 1 | a8 svart torn · b8 svart springare · c8 svart löpare · d8 svart drottning · e8 svart kung · f8 svart löpare · h8 svart torn · a7 svart bonde · b7 svart bonde · c7 svart bonde · d7 svart bonde · f7 svart bonde · g7 svart bonde · h7 svart bonde · e6 svart bonde · f6 svart springare · c4 vit bonde · d4 vit bonde · a2 vit bonde · b2 vit bonde · e2 vit bonde · f2 vit bonde · g2 vit bonde · h2 vit bonde · a1 vit torn · b1 vit springare · c1 vit löpare · d1 vit drottning · e1 vit kung · f1 vit löpare · g1 vit springare · h1 vit torn | a8 svart torn · b8 svart springare · c8 svart löpare · d8 svart drottning · e8 svart kung · f8 svart löpare · h8 svart torn · a7 svart bonde · b7 svart bonde · c7 svart bonde · d7 svart bonde · f7 svart bonde · g7 svart bonde · h7 svart bonde · e6 svart bonde · f6 svart springare · c4 vit bonde · d4 vit bonde · a2 vit bonde · b2 vit bonde · e2 vit bonde · f2 vit bonde · g2 vit bonde · h2 vit bonde · a1 vit torn · b1 vit springare · c1 vit löpare · d1 vit drottning · e1 vit kung · f1 vit löpare · g1 vit springare · h1 vit torn | a8 svart torn · b8 svart springare · c8 svart löpare · d8 svart drottning · e8 svart kung · f8 svart löpare · h8 svart torn · a7 svart bonde · b7 svart bonde · c7 svart bonde · d7 svart bonde · f7 svart bonde · g7 svart bonde · h7 svart bonde · e6 svart bonde · f6 svart springare · c4 vit bonde · d4 vit bonde · a2 vit bonde · b2 vit bonde · e2 vit bonde · f2 vit bonde · g2 vit bonde · h2 vit bonde · a1 vit torn · b1 vit springare · c1 vit löpare · d1 vit drottning · e1 vit kung · f1 vit löpare · g1 vit springare · h1 vit torn | a8 svart torn · b8 svart springare · c8 svart löpare · d8 svart drottning · e8 svart kung · f8 svart löpare · h8 svart torn · a7 svart bonde · b7 svart bonde · c7 svart bonde · d7 svart bonde · f7 svart bonde · g7 svart bonde · h7 svart bonde · e6 svart bonde · f6 svart springare · c4 vit bonde · d4 vit bonde · a2 vit bonde · b2 vit bonde · e2 vit bonde · f2 vit bonde · g2 vit bonde · h2 vit bonde · a1 vit torn · b1 vit springare · c1 vit löpare · d1 vit drottning · e1 vit kung · f1 vit löpare · g1 vit springare · h1 vit torn | a8 svart torn · b8 svart springare · c8 svart löpare · d8 svart drottning · e8 svart kung · f8 svart löpare · h8 svart torn · a7 svart bonde · b7 svart bonde · c7 svart bonde · d7 svart bonde · f7 svart bonde · g7 svart bonde · h7 svart bonde · e6 svart bonde · f6 svart springare · c4 vit bonde · d4 vit bonde · a2 vit bonde · b2 vit bonde · e2 vit bonde · f2 vit bonde · g2 vit bonde · h2 vit bonde · a1 vit torn · b1 vit springare · c1 vit löpare · d1 vit drottning · e1 vit kung · f1 vit löpare · g1 vit springare · h1 vit torn | a8 svart torn · b8 svart springare · c8 svart löpare · d8 svart drottning · e8 svart kung · f8 svart löpare · h8 svart torn · a7 svart bonde · b7 svart bonde · c7 svart bonde · d7 svart bonde · f7 svart bonde · g7 svart bonde · h7 svart bonde · e6 svart bonde · f6 svart springare · c4 vit bonde · d4 vit bonde · a2 vit bonde · b2 vit bonde · e2 vit bonde · f2 vit bonde · g2 vit bonde · h2 vit bonde · a1 vit torn · b1 vit springare · c1 vit löpare · d1 vit drottning · e1 vit kung · f1 vit löpare · g1 vit springare · h1 vit torn | a8 svart torn · b8 svart springare · c8 svart löpare · d8 svart drottning · e8 svart kung · f8 svart löpare · h8 svart torn · a7 svart bonde · b7 svart bonde · c7 svart bonde · d7 svart bonde · f7 svart bonde · g7 svart bonde · h7 svart bonde · e6 svart bonde · f6 svart springare · c4 vit bonde · d4 vit bonde · a2 vit bonde · b2 vit bonde · e2 vit bonde · f2 vit bonde · g2 vit bonde · h2 vit bonde · a1 vit torn · b1 vit springare · c1 vit löpare · d1 vit drottning · e1 vit kung · f1 vit löpare · g1 vit springare · h1 vit torn | a8 svart torn · b8 svart springare · c8 svart löpare · d8 svart drottning · e8 svart kung · f8 svart löpare · h8 svart torn · a7 svart bonde · b7 svart bonde · c7 svart bonde · d7 svart bonde · f7 svart bonde · g7 svart bonde · h7 svart bonde · e6 svart bonde · f6 svart springare · c4 vit bonde · d4 vit bonde · a2 vit bonde · b2 vit bonde · e2 vit bonde · f2 vit bonde · g2 vit bonde · h2 vit bonde · a1 vit torn · b1 vit springare · c1 vit löpare · d1 vit drottning · e1 vit kung · f1 vit löpare · g1 vit springare · h1 vit torn | 1 |
|   | a | b | c | d | e | f | g | h |   |

E00 Dambondespel
1.d4 Sf6 2.c4 e6
E01 Katalanskt parti, slutet
1.d4 Sf6 2.c4 e6 3.g3 d5 4.Lg2
E02 Katalanskt, öppet, 5.Da4
1.d4 Sf6 2.c4 e6 3.g3 d5 4.Lg2 dxc4 5.Da4+
E03 Katalanskt, öppet
1.d4 Sf6 2.c4 e6 3.g3 d5 4.Lg2 dxc4 5.Da4+ Sbd7 6.Dxc4
E04 Katalanskt, öppet, 5.Sf3
1.d4 Sf6 2.c4 e6 3.g3 d5 4.Lg2 dxc4 5.Sf3
E05 Katalanskt, öppet, klassiska varianten
1.d4 Sf6 2.c4 e6 3.g3 d5 4.Lg2 dxc4 5.Sf3 Le7
E06 Katalanskt, slutet, 5.Sf3
1.d4 Sf6 2.c4 e6 3.g3 d5 4.Lg2 Le7 5.Sf3
E07 Katalanskt, slutet
1.d4 Sf6 2.c4 e6 3.g3 d5 4.Lg2 Le7 5.Sf3 0-0 6.0-0 Sbd7
E08 Katalanskt, slutet
1.d4 Sf6 2.c4 e6 3.g3 d5 4.Lg2 Le7 5.Sf3 0-0 6.0-0 Sbd7 7.Dc2
E09 Katalanskt, slutet
1.d4 Sf6 2.c4 e6 3.g3 d5 4.Lg2 Le7 5.Sf3 0-0 6.0-0 Sbd7 7.Dc2 c6 8.Sbd2
|   | a | b | c | d | e | f | g | h |   |
| 8 | a8 svart torn · b8 svart springare · c8 svart löpare · d8 svart drottning · e8 svart kung · f8 svart löpare · h8 svart torn · a7 svart bonde · b7 svart bonde · c7 svart bonde · d7 svart bonde · f7 svart bonde · g7 svart bonde · h7 svart bonde · e6 svart bonde · f6 svart springare · c4 vit bonde · d4 vit bonde · f3 vit springare · a2 vit bonde · b2 vit bonde · e2 vit bonde · f2 vit bonde · g2 vit bonde · h2 vit bonde · a1 vit torn · b1 vit springare · c1 vit löpare · d1 vit drottning · e1 vit kung · f1 vit löpare · h1 vit torn | a8 svart torn · b8 svart springare · c8 svart löpare · d8 svart drottning · e8 svart kung · f8 svart löpare · h8 svart torn · a7 svart bonde · b7 svart bonde · c7 svart bonde · d7 svart bonde · f7 svart bonde · g7 svart bonde · h7 svart bonde · e6 svart bonde · f6 svart springare · c4 vit bonde · d4 vit bonde · f3 vit springare · a2 vit bonde · b2 vit bonde · e2 vit bonde · f2 vit bonde · g2 vit bonde · h2 vit bonde · a1 vit torn · b1 vit springare · c1 vit löpare · d1 vit drottning · e1 vit kung · f1 vit löpare · h1 vit torn | a8 svart torn · b8 svart springare · c8 svart löpare · d8 svart drottning · e8 svart kung · f8 svart löpare · h8 svart torn · a7 svart bonde · b7 svart bonde · c7 svart bonde · d7 svart bonde · f7 svart bonde · g7 svart bonde · h7 svart bonde · e6 svart bonde · f6 svart springare · c4 vit bonde · d4 vit bonde · f3 vit springare · a2 vit bonde · b2 vit bonde · e2 vit bonde · f2 vit bonde · g2 vit bonde · h2 vit bonde · a1 vit torn · b1 vit springare · c1 vit löpare · d1 vit drottning · e1 vit kung · f1 vit löpare · h1 vit torn | a8 svart torn · b8 svart springare · c8 svart löpare · d8 svart drottning · e8 svart kung · f8 svart löpare · h8 svart torn · a7 svart bonde · b7 svart bonde · c7 svart bonde · d7 svart bonde · f7 svart bonde · g7 svart bonde · h7 svart bonde · e6 svart bonde · f6 svart springare · c4 vit bonde · d4 vit bonde · f3 vit springare · a2 vit bonde · b2 vit bonde · e2 vit bonde · f2 vit bonde · g2 vit bonde · h2 vit bonde · a1 vit torn · b1 vit springare · c1 vit löpare · d1 vit drottning · e1 vit kung · f1 vit löpare · h1 vit torn | a8 svart torn · b8 svart springare · c8 svart löpare · d8 svart drottning · e8 svart kung · f8 svart löpare · h8 svart torn · a7 svart bonde · b7 svart bonde · c7 svart bonde · d7 svart bonde · f7 svart bonde · g7 svart bonde · h7 svart bonde · e6 svart bonde · f6 svart springare · c4 vit bonde · d4 vit bonde · f3 vit springare · a2 vit bonde · b2 vit bonde · e2 vit bonde · f2 vit bonde · g2 vit bonde · h2 vit bonde · a1 vit torn · b1 vit springare · c1 vit löpare · d1 vit drottning · e1 vit kung · f1 vit löpare · h1 vit torn | a8 svart torn · b8 svart springare · c8 svart löpare · d8 svart drottning · e8 svart kung · f8 svart löpare · h8 svart torn · a7 svart bonde · b7 svart bonde · c7 svart bonde · d7 svart bonde · f7 svart bonde · g7 svart bonde · h7 svart bonde · e6 svart bonde · f6 svart springare · c4 vit bonde · d4 vit bonde · f3 vit springare · a2 vit bonde · b2 vit bonde · e2 vit bonde · f2 vit bonde · g2 vit bonde · h2 vit bonde · a1 vit torn · b1 vit springare · c1 vit löpare · d1 vit drottning · e1 vit kung · f1 vit löpare · h1 vit torn | a8 svart torn · b8 svart springare · c8 svart löpare · d8 svart drottning · e8 svart kung · f8 svart löpare · h8 svart torn · a7 svart bonde · b7 svart bonde · c7 svart bonde · d7 svart bonde · f7 svart bonde · g7 svart bonde · h7 svart bonde · e6 svart bonde · f6 svart springare · c4 vit bonde · d4 vit bonde · f3 vit springare · a2 vit bonde · b2 vit bonde · e2 vit bonde · f2 vit bonde · g2 vit bonde · h2 vit bonde · a1 vit torn · b1 vit springare · c1 vit löpare · d1 vit drottning · e1 vit kung · f1 vit löpare · h1 vit torn | a8 svart torn · b8 svart springare · c8 svart löpare · d8 svart drottning · e8 svart kung · f8 svart löpare · h8 svart torn · a7 svart bonde · b7 svart bonde · c7 svart bonde · d7 svart bonde · f7 svart bonde · g7 svart bonde · h7 svart bonde · e6 svart bonde · f6 svart springare · c4 vit bonde · d4 vit bonde · f3 vit springare · a2 vit bonde · b2 vit bonde · e2 vit bonde · f2 vit bonde · g2 vit bonde · h2 vit bonde · a1 vit torn · b1 vit springare · c1 vit löpare · d1 vit drottning · e1 vit kung · f1 vit löpare · h1 vit torn | 8 |
| 7 | a8 svart torn · b8 svart springare · c8 svart löpare · d8 svart drottning · e8 svart kung · f8 svart löpare · h8 svart torn · a7 svart bonde · b7 svart bonde · c7 svart bonde · d7 svart bonde · f7 svart bonde · g7 svart bonde · h7 svart bonde · e6 svart bonde · f6 svart springare · c4 vit bonde · d4 vit bonde · f3 vit springare · a2 vit bonde · b2 vit bonde · e2 vit bonde · f2 vit bonde · g2 vit bonde · h2 vit bonde · a1 vit torn · b1 vit springare · c1 vit löpare · d1 vit drottning · e1 vit kung · f1 vit löpare · h1 vit torn | a8 svart torn · b8 svart springare · c8 svart löpare · d8 svart drottning · e8 svart kung · f8 svart löpare · h8 svart torn · a7 svart bonde · b7 svart bonde · c7 svart bonde · d7 svart bonde · f7 svart bonde · g7 svart bonde · h7 svart bonde · e6 svart bonde · f6 svart springare · c4 vit bonde · d4 vit bonde · f3 vit springare · a2 vit bonde · b2 vit bonde · e2 vit bonde · f2 vit bonde · g2 vit bonde · h2 vit bonde · a1 vit torn · b1 vit springare · c1 vit löpare · d1 vit drottning · e1 vit kung · f1 vit löpare · h1 vit torn | a8 svart torn · b8 svart springare · c8 svart löpare · d8 svart drottning · e8 svart kung · f8 svart löpare · h8 svart torn · a7 svart bonde · b7 svart bonde · c7 svart bonde · d7 svart bonde · f7 svart bonde · g7 svart bonde · h7 svart bonde · e6 svart bonde · f6 svart springare · c4 vit bonde · d4 vit bonde · f3 vit springare · a2 vit bonde · b2 vit bonde · e2 vit bonde · f2 vit bonde · g2 vit bonde · h2 vit bonde · a1 vit torn · b1 vit springare · c1 vit löpare · d1 vit drottning · e1 vit kung · f1 vit löpare · h1 vit torn | a8 svart torn · b8 svart springare · c8 svart löpare · d8 svart drottning · e8 svart kung · f8 svart löpare · h8 svart torn · a7 svart bonde · b7 svart bonde · c7 svart bonde · d7 svart bonde · f7 svart bonde · g7 svart bonde · h7 svart bonde · e6 svart bonde · f6 svart springare · c4 vit bonde · d4 vit bonde · f3 vit springare · a2 vit bonde · b2 vit bonde · e2 vit bonde · f2 vit bonde · g2 vit bonde · h2 vit bonde · a1 vit torn · b1 vit springare · c1 vit löpare · d1 vit drottning · e1 vit kung · f1 vit löpare · h1 vit torn | a8 svart torn · b8 svart springare · c8 svart löpare · d8 svart drottning · e8 svart kung · f8 svart löpare · h8 svart torn · a7 svart bonde · b7 svart bonde · c7 svart bonde · d7 svart bonde · f7 svart bonde · g7 svart bonde · h7 svart bonde · e6 svart bonde · f6 svart springare · c4 vit bonde · d4 vit bonde · f3 vit springare · a2 vit bonde · b2 vit bonde · e2 vit bonde · f2 vit bonde · g2 vit bonde · h2 vit bonde · a1 vit torn · b1 vit springare · c1 vit löpare · d1 vit drottning · e1 vit kung · f1 vit löpare · h1 vit torn | a8 svart torn · b8 svart springare · c8 svart löpare · d8 svart drottning · e8 svart kung · f8 svart löpare · h8 svart torn · a7 svart bonde · b7 svart bonde · c7 svart bonde · d7 svart bonde · f7 svart bonde · g7 svart bonde · h7 svart bonde · e6 svart bonde · f6 svart springare · c4 vit bonde · d4 vit bonde · f3 vit springare · a2 vit bonde · b2 vit bonde · e2 vit bonde · f2 vit bonde · g2 vit bonde · h2 vit bonde · a1 vit torn · b1 vit springare · c1 vit löpare · d1 vit drottning · e1 vit kung · f1 vit löpare · h1 vit torn | a8 svart torn · b8 svart springare · c8 svart löpare · d8 svart drottning · e8 svart kung · f8 svart löpare · h8 svart torn · a7 svart bonde · b7 svart bonde · c7 svart bonde · d7 svart bonde · f7 svart bonde · g7 svart bonde · h7 svart bonde · e6 svart bonde · f6 svart springare · c4 vit bonde · d4 vit bonde · f3 vit springare · a2 vit bonde · b2 vit bonde · e2 vit bonde · f2 vit bonde · g2 vit bonde · h2 vit bonde · a1 vit torn · b1 vit springare · c1 vit löpare · d1 vit drottning · e1 vit kung · f1 vit löpare · h1 vit torn | a8 svart torn · b8 svart springare · c8 svart löpare · d8 svart drottning · e8 svart kung · f8 svart löpare · h8 svart torn · a7 svart bonde · b7 svart bonde · c7 svart bonde · d7 svart bonde · f7 svart bonde · g7 svart bonde · h7 svart bonde · e6 svart bonde · f6 svart springare · c4 vit bonde · d4 vit bonde · f3 vit springare · a2 vit bonde · b2 vit bonde · e2 vit bonde · f2 vit bonde · g2 vit bonde · h2 vit bonde · a1 vit torn · b1 vit springare · c1 vit löpare · d1 vit drottning · e1 vit kung · f1 vit löpare · h1 vit torn | 7 |
| 6 | a8 svart torn · b8 svart springare · c8 svart löpare · d8 svart drottning · e8 svart kung · f8 svart löpare · h8 svart torn · a7 svart bonde · b7 svart bonde · c7 svart bonde · d7 svart bonde · f7 svart bonde · g7 svart bonde · h7 svart bonde · e6 svart bonde · f6 svart springare · c4 vit bonde · d4 vit bonde · f3 vit springare · a2 vit bonde · b2 vit bonde · e2 vit bonde · f2 vit bonde · g2 vit bonde · h2 vit bonde · a1 vit torn · b1 vit springare · c1 vit löpare · d1 vit drottning · e1 vit kung · f1 vit löpare · h1 vit torn | a8 svart torn · b8 svart springare · c8 svart löpare · d8 svart drottning · e8 svart kung · f8 svart löpare · h8 svart torn · a7 svart bonde · b7 svart bonde · c7 svart bonde · d7 svart bonde · f7 svart bonde · g7 svart bonde · h7 svart bonde · e6 svart bonde · f6 svart springare · c4 vit bonde · d4 vit bonde · f3 vit springare · a2 vit bonde · b2 vit bonde · e2 vit bonde · f2 vit bonde · g2 vit bonde · h2 vit bonde · a1 vit torn · b1 vit springare · c1 vit löpare · d1 vit drottning · e1 vit kung · f1 vit löpare · h1 vit torn | a8 svart torn · b8 svart springare · c8 svart löpare · d8 svart drottning · e8 svart kung · f8 svart löpare · h8 svart torn · a7 svart bonde · b7 svart bonde · c7 svart bonde · d7 svart bonde · f7 svart bonde · g7 svart bonde · h7 svart bonde · e6 svart bonde · f6 svart springare · c4 vit bonde · d4 vit bonde · f3 vit springare · a2 vit bonde · b2 vit bonde · e2 vit bonde · f2 vit bonde · g2 vit bonde · h2 vit bonde · a1 vit torn · b1 vit springare · c1 vit löpare · d1 vit drottning · e1 vit kung · f1 vit löpare · h1 vit torn | a8 svart torn · b8 svart springare · c8 svart löpare · d8 svart drottning · e8 svart kung · f8 svart löpare · h8 svart torn · a7 svart bonde · b7 svart bonde · c7 svart bonde · d7 svart bonde · f7 svart bonde · g7 svart bonde · h7 svart bonde · e6 svart bonde · f6 svart springare · c4 vit bonde · d4 vit bonde · f3 vit springare · a2 vit bonde · b2 vit bonde · e2 vit bonde · f2 vit bonde · g2 vit bonde · h2 vit bonde · a1 vit torn · b1 vit springare · c1 vit löpare · d1 vit drottning · e1 vit kung · f1 vit löpare · h1 vit torn | a8 svart torn · b8 svart springare · c8 svart löpare · d8 svart drottning · e8 svart kung · f8 svart löpare · h8 svart torn · a7 svart bonde · b7 svart bonde · c7 svart bonde · d7 svart bonde · f7 svart bonde · g7 svart bonde · h7 svart bonde · e6 svart bonde · f6 svart springare · c4 vit bonde · d4 vit bonde · f3 vit springare · a2 vit bonde · b2 vit bonde · e2 vit bonde · f2 vit bonde · g2 vit bonde · h2 vit bonde · a1 vit torn · b1 vit springare · c1 vit löpare · d1 vit drottning · e1 vit kung · f1 vit löpare · h1 vit torn | a8 svart torn · b8 svart springare · c8 svart löpare · d8 svart drottning · e8 svart kung · f8 svart löpare · h8 svart torn · a7 svart bonde · b7 svart bonde · c7 svart bonde · d7 svart bonde · f7 svart bonde · g7 svart bonde · h7 svart bonde · e6 svart bonde · f6 svart springare · c4 vit bonde · d4 vit bonde · f3 vit springare · a2 vit bonde · b2 vit bonde · e2 vit bonde · f2 vit bonde · g2 vit bonde · h2 vit bonde · a1 vit torn · b1 vit springare · c1 vit löpare · d1 vit drottning · e1 vit kung · f1 vit löpare · h1 vit torn | a8 svart torn · b8 svart springare · c8 svart löpare · d8 svart drottning · e8 svart kung · f8 svart löpare · h8 svart torn · a7 svart bonde · b7 svart bonde · c7 svart bonde · d7 svart bonde · f7 svart bonde · g7 svart bonde · h7 svart bonde · e6 svart bonde · f6 svart springare · c4 vit bonde · d4 vit bonde · f3 vit springare · a2 vit bonde · b2 vit bonde · e2 vit bonde · f2 vit bonde · g2 vit bonde · h2 vit bonde · a1 vit torn · b1 vit springare · c1 vit löpare · d1 vit drottning · e1 vit kung · f1 vit löpare · h1 vit torn | a8 svart torn · b8 svart springare · c8 svart löpare · d8 svart drottning · e8 svart kung · f8 svart löpare · h8 svart torn · a7 svart bonde · b7 svart bonde · c7 svart bonde · d7 svart bonde · f7 svart bonde · g7 svart bonde · h7 svart bonde · e6 svart bonde · f6 svart springare · c4 vit bonde · d4 vit bonde · f3 vit springare · a2 vit bonde · b2 vit bonde · e2 vit bonde · f2 vit bonde · g2 vit bonde · h2 vit bonde · a1 vit torn · b1 vit springare · c1 vit löpare · d1 vit drottning · e1 vit kung · f1 vit löpare · h1 vit torn | 6 |
| 5 | a8 svart torn · b8 svart springare · c8 svart löpare · d8 svart drottning · e8 svart kung · f8 svart löpare · h8 svart torn · a7 svart bonde · b7 svart bonde · c7 svart bonde · d7 svart bonde · f7 svart bonde · g7 svart bonde · h7 svart bonde · e6 svart bonde · f6 svart springare · c4 vit bonde · d4 vit bonde · f3 vit springare · a2 vit bonde · b2 vit bonde · e2 vit bonde · f2 vit bonde · g2 vit bonde · h2 vit bonde · a1 vit torn · b1 vit springare · c1 vit löpare · d1 vit drottning · e1 vit kung · f1 vit löpare · h1 vit torn | a8 svart torn · b8 svart springare · c8 svart löpare · d8 svart drottning · e8 svart kung · f8 svart löpare · h8 svart torn · a7 svart bonde · b7 svart bonde · c7 svart bonde · d7 svart bonde · f7 svart bonde · g7 svart bonde · h7 svart bonde · e6 svart bonde · f6 svart springare · c4 vit bonde · d4 vit bonde · f3 vit springare · a2 vit bonde · b2 vit bonde · e2 vit bonde · f2 vit bonde · g2 vit bonde · h2 vit bonde · a1 vit torn · b1 vit springare · c1 vit löpare · d1 vit drottning · e1 vit kung · f1 vit löpare · h1 vit torn | a8 svart torn · b8 svart springare · c8 svart löpare · d8 svart drottning · e8 svart kung · f8 svart löpare · h8 svart torn · a7 svart bonde · b7 svart bonde · c7 svart bonde · d7 svart bonde · f7 svart bonde · g7 svart bonde · h7 svart bonde · e6 svart bonde · f6 svart springare · c4 vit bonde · d4 vit bonde · f3 vit springare · a2 vit bonde · b2 vit bonde · e2 vit bonde · f2 vit bonde · g2 vit bonde · h2 vit bonde · a1 vit torn · b1 vit springare · c1 vit löpare · d1 vit drottning · e1 vit kung · f1 vit löpare · h1 vit torn | a8 svart torn · b8 svart springare · c8 svart löpare · d8 svart drottning · e8 svart kung · f8 svart löpare · h8 svart torn · a7 svart bonde · b7 svart bonde · c7 svart bonde · d7 svart bonde · f7 svart bonde · g7 svart bonde · h7 svart bonde · e6 svart bonde · f6 svart springare · c4 vit bonde · d4 vit bonde · f3 vit springare · a2 vit bonde · b2 vit bonde · e2 vit bonde · f2 vit bonde · g2 vit bonde · h2 vit bonde · a1 vit torn · b1 vit springare · c1 vit löpare · d1 vit drottning · e1 vit kung · f1 vit löpare · h1 vit torn | a8 svart torn · b8 svart springare · c8 svart löpare · d8 svart drottning · e8 svart kung · f8 svart löpare · h8 svart torn · a7 svart bonde · b7 svart bonde · c7 svart bonde · d7 svart bonde · f7 svart bonde · g7 svart bonde · h7 svart bonde · e6 svart bonde · f6 svart springare · c4 vit bonde · d4 vit bonde · f3 vit springare · a2 vit bonde · b2 vit bonde · e2 vit bonde · f2 vit bonde · g2 vit bonde · h2 vit bonde · a1 vit torn · b1 vit springare · c1 vit löpare · d1 vit drottning · e1 vit kung · f1 vit löpare · h1 vit torn | a8 svart torn · b8 svart springare · c8 svart löpare · d8 svart drottning · e8 svart kung · f8 svart löpare · h8 svart torn · a7 svart bonde · b7 svart bonde · c7 svart bonde · d7 svart bonde · f7 svart bonde · g7 svart bonde · h7 svart bonde · e6 svart bonde · f6 svart springare · c4 vit bonde · d4 vit bonde · f3 vit springare · a2 vit bonde · b2 vit bonde · e2 vit bonde · f2 vit bonde · g2 vit bonde · h2 vit bonde · a1 vit torn · b1 vit springare · c1 vit löpare · d1 vit drottning · e1 vit kung · f1 vit löpare · h1 vit torn | a8 svart torn · b8 svart springare · c8 svart löpare · d8 svart drottning · e8 svart kung · f8 svart löpare · h8 svart torn · a7 svart bonde · b7 svart bonde · c7 svart bonde · d7 svart bonde · f7 svart bonde · g7 svart bonde · h7 svart bonde · e6 svart bonde · f6 svart springare · c4 vit bonde · d4 vit bonde · f3 vit springare · a2 vit bonde · b2 vit bonde · e2 vit bonde · f2 vit bonde · g2 vit bonde · h2 vit bonde · a1 vit torn · b1 vit springare · c1 vit löpare · d1 vit drottning · e1 vit kung · f1 vit löpare · h1 vit torn | a8 svart torn · b8 svart springare · c8 svart löpare · d8 svart drottning · e8 svart kung · f8 svart löpare · h8 svart torn · a7 svart bonde · b7 svart bonde · c7 svart bonde · d7 svart bonde · f7 svart bonde · g7 svart bonde · h7 svart bonde · e6 svart bonde · f6 svart springare · c4 vit bonde · d4 vit bonde · f3 vit springare · a2 vit bonde · b2 vit bonde · e2 vit bonde · f2 vit bonde · g2 vit bonde · h2 vit bonde · a1 vit torn · b1 vit springare · c1 vit löpare · d1 vit drottning · e1 vit kung · f1 vit löpare · h1 vit torn | 5 |
| 4 | a8 svart torn · b8 svart springare · c8 svart löpare · d8 svart drottning · e8 svart kung · f8 svart löpare · h8 svart torn · a7 svart bonde · b7 svart bonde · c7 svart bonde · d7 svart bonde · f7 svart bonde · g7 svart bonde · h7 svart bonde · e6 svart bonde · f6 svart springare · c4 vit bonde · d4 vit bonde · f3 vit springare · a2 vit bonde · b2 vit bonde · e2 vit bonde · f2 vit bonde · g2 vit bonde · h2 vit bonde · a1 vit torn · b1 vit springare · c1 vit löpare · d1 vit drottning · e1 vit kung · f1 vit löpare · h1 vit torn | a8 svart torn · b8 svart springare · c8 svart löpare · d8 svart drottning · e8 svart kung · f8 svart löpare · h8 svart torn · a7 svart bonde · b7 svart bonde · c7 svart bonde · d7 svart bonde · f7 svart bonde · g7 svart bonde · h7 svart bonde · e6 svart bonde · f6 svart springare · c4 vit bonde · d4 vit bonde · f3 vit springare · a2 vit bonde · b2 vit bonde · e2 vit bonde · f2 vit bonde · g2 vit bonde · h2 vit bonde · a1 vit torn · b1 vit springare · c1 vit löpare · d1 vit drottning · e1 vit kung · f1 vit löpare · h1 vit torn | a8 svart torn · b8 svart springare · c8 svart löpare · d8 svart drottning · e8 svart kung · f8 svart löpare · h8 svart torn · a7 svart bonde · b7 svart bonde · c7 svart bonde · d7 svart bonde · f7 svart bonde · g7 svart bonde · h7 svart bonde · e6 svart bonde · f6 svart springare · c4 vit bonde · d4 vit bonde · f3 vit springare · a2 vit bonde · b2 vit bonde · e2 vit bonde · f2 vit bonde · g2 vit bonde · h2 vit bonde · a1 vit torn · b1 vit springare · c1 vit löpare · d1 vit drottning · e1 vit kung · f1 vit löpare · h1 vit torn | a8 svart torn · b8 svart springare · c8 svart löpare · d8 svart drottning · e8 svart kung · f8 svart löpare · h8 svart torn · a7 svart bonde · b7 svart bonde · c7 svart bonde · d7 svart bonde · f7 svart bonde · g7 svart bonde · h7 svart bonde · e6 svart bonde · f6 svart springare · c4 vit bonde · d4 vit bonde · f3 vit springare · a2 vit bonde · b2 vit bonde · e2 vit bonde · f2 vit bonde · g2 vit bonde · h2 vit bonde · a1 vit torn · b1 vit springare · c1 vit löpare · d1 vit drottning · e1 vit kung · f1 vit löpare · h1 vit torn | a8 svart torn · b8 svart springare · c8 svart löpare · d8 svart drottning · e8 svart kung · f8 svart löpare · h8 svart torn · a7 svart bonde · b7 svart bonde · c7 svart bonde · d7 svart bonde · f7 svart bonde · g7 svart bonde · h7 svart bonde · e6 svart bonde · f6 svart springare · c4 vit bonde · d4 vit bonde · f3 vit springare · a2 vit bonde · b2 vit bonde · e2 vit bonde · f2 vit bonde · g2 vit bonde · h2 vit bonde · a1 vit torn · b1 vit springare · c1 vit löpare · d1 vit drottning · e1 vit kung · f1 vit löpare · h1 vit torn | a8 svart torn · b8 svart springare · c8 svart löpare · d8 svart drottning · e8 svart kung · f8 svart löpare · h8 svart torn · a7 svart bonde · b7 svart bonde · c7 svart bonde · d7 svart bonde · f7 svart bonde · g7 svart bonde · h7 svart bonde · e6 svart bonde · f6 svart springare · c4 vit bonde · d4 vit bonde · f3 vit springare · a2 vit bonde · b2 vit bonde · e2 vit bonde · f2 vit bonde · g2 vit bonde · h2 vit bonde · a1 vit torn · b1 vit springare · c1 vit löpare · d1 vit drottning · e1 vit kung · f1 vit löpare · h1 vit torn | a8 svart torn · b8 svart springare · c8 svart löpare · d8 svart drottning · e8 svart kung · f8 svart löpare · h8 svart torn · a7 svart bonde · b7 svart bonde · c7 svart bonde · d7 svart bonde · f7 svart bonde · g7 svart bonde · h7 svart bonde · e6 svart bonde · f6 svart springare · c4 vit bonde · d4 vit bonde · f3 vit springare · a2 vit bonde · b2 vit bonde · e2 vit bonde · f2 vit bonde · g2 vit bonde · h2 vit bonde · a1 vit torn · b1 vit springare · c1 vit löpare · d1 vit drottning · e1 vit kung · f1 vit löpare · h1 vit torn | a8 svart torn · b8 svart springare · c8 svart löpare · d8 svart drottning · e8 svart kung · f8 svart löpare · h8 svart torn · a7 svart bonde · b7 svart bonde · c7 svart bonde · d7 svart bonde · f7 svart bonde · g7 svart bonde · h7 svart bonde · e6 svart bonde · f6 svart springare · c4 vit bonde · d4 vit bonde · f3 vit springare · a2 vit bonde · b2 vit bonde · e2 vit bonde · f2 vit bonde · g2 vit bonde · h2 vit bonde · a1 vit torn · b1 vit springare · c1 vit löpare · d1 vit drottning · e1 vit kung · f1 vit löpare · h1 vit torn | 4 |
| 3 | a8 svart torn · b8 svart springare · c8 svart löpare · d8 svart drottning · e8 svart kung · f8 svart löpare · h8 svart torn · a7 svart bonde · b7 svart bonde · c7 svart bonde · d7 svart bonde · f7 svart bonde · g7 svart bonde · h7 svart bonde · e6 svart bonde · f6 svart springare · c4 vit bonde · d4 vit bonde · f3 vit springare · a2 vit bonde · b2 vit bonde · e2 vit bonde · f2 vit bonde · g2 vit bonde · h2 vit bonde · a1 vit torn · b1 vit springare · c1 vit löpare · d1 vit drottning · e1 vit kung · f1 vit löpare · h1 vit torn | a8 svart torn · b8 svart springare · c8 svart löpare · d8 svart drottning · e8 svart kung · f8 svart löpare · h8 svart torn · a7 svart bonde · b7 svart bonde · c7 svart bonde · d7 svart bonde · f7 svart bonde · g7 svart bonde · h7 svart bonde · e6 svart bonde · f6 svart springare · c4 vit bonde · d4 vit bonde · f3 vit springare · a2 vit bonde · b2 vit bonde · e2 vit bonde · f2 vit bonde · g2 vit bonde · h2 vit bonde · a1 vit torn · b1 vit springare · c1 vit löpare · d1 vit drottning · e1 vit kung · f1 vit löpare · h1 vit torn | a8 svart torn · b8 svart springare · c8 svart löpare · d8 svart drottning · e8 svart kung · f8 svart löpare · h8 svart torn · a7 svart bonde · b7 svart bonde · c7 svart bonde · d7 svart bonde · f7 svart bonde · g7 svart bonde · h7 svart bonde · e6 svart bonde · f6 svart springare · c4 vit bonde · d4 vit bonde · f3 vit springare · a2 vit bonde · b2 vit bonde · e2 vit bonde · f2 vit bonde · g2 vit bonde · h2 vit bonde · a1 vit torn · b1 vit springare · c1 vit löpare · d1 vit drottning · e1 vit kung · f1 vit löpare · h1 vit torn | a8 svart torn · b8 svart springare · c8 svart löpare · d8 svart drottning · e8 svart kung · f8 svart löpare · h8 svart torn · a7 svart bonde · b7 svart bonde · c7 svart bonde · d7 svart bonde · f7 svart bonde · g7 svart bonde · h7 svart bonde · e6 svart bonde · f6 svart springare · c4 vit bonde · d4 vit bonde · f3 vit springare · a2 vit bonde · b2 vit bonde · e2 vit bonde · f2 vit bonde · g2 vit bonde · h2 vit bonde · a1 vit torn · b1 vit springare · c1 vit löpare · d1 vit drottning · e1 vit kung · f1 vit löpare · h1 vit torn | a8 svart torn · b8 svart springare · c8 svart löpare · d8 svart drottning · e8 svart kung · f8 svart löpare · h8 svart torn · a7 svart bonde · b7 svart bonde · c7 svart bonde · d7 svart bonde · f7 svart bonde · g7 svart bonde · h7 svart bonde · e6 svart bonde · f6 svart springare · c4 vit bonde · d4 vit bonde · f3 vit springare · a2 vit bonde · b2 vit bonde · e2 vit bonde · f2 vit bonde · g2 vit bonde · h2 vit bonde · a1 vit torn · b1 vit springare · c1 vit löpare · d1 vit drottning · e1 vit kung · f1 vit löpare · h1 vit torn | a8 svart torn · b8 svart springare · c8 svart löpare · d8 svart drottning · e8 svart kung · f8 svart löpare · h8 svart torn · a7 svart bonde · b7 svart bonde · c7 svart bonde · d7 svart bonde · f7 svart bonde · g7 svart bonde · h7 svart bonde · e6 svart bonde · f6 svart springare · c4 vit bonde · d4 vit bonde · f3 vit springare · a2 vit bonde · b2 vit bonde · e2 vit bonde · f2 vit bonde · g2 vit bonde · h2 vit bonde · a1 vit torn · b1 vit springare · c1 vit löpare · d1 vit drottning · e1 vit kung · f1 vit löpare · h1 vit torn | a8 svart torn · b8 svart springare · c8 svart löpare · d8 svart drottning · e8 svart kung · f8 svart löpare · h8 svart torn · a7 svart bonde · b7 svart bonde · c7 svart bonde · d7 svart bonde · f7 svart bonde · g7 svart bonde · h7 svart bonde · e6 svart bonde · f6 svart springare · c4 vit bonde · d4 vit bonde · f3 vit springare · a2 vit bonde · b2 vit bonde · e2 vit bonde · f2 vit bonde · g2 vit bonde · h2 vit bonde · a1 vit torn · b1 vit springare · c1 vit löpare · d1 vit drottning · e1 vit kung · f1 vit löpare · h1 vit torn | a8 svart torn · b8 svart springare · c8 svart löpare · d8 svart drottning · e8 svart kung · f8 svart löpare · h8 svart torn · a7 svart bonde · b7 svart bonde · c7 svart bonde · d7 svart bonde · f7 svart bonde · g7 svart bonde · h7 svart bonde · e6 svart bonde · f6 svart springare · c4 vit bonde · d4 vit bonde · f3 vit springare · a2 vit bonde · b2 vit bonde · e2 vit bonde · f2 vit bonde · g2 vit bonde · h2 vit bonde · a1 vit torn · b1 vit springare · c1 vit löpare · d1 vit drottning · e1 vit kung · f1 vit löpare · h1 vit torn | 3 |
| 2 | a8 svart torn · b8 svart springare · c8 svart löpare · d8 svart drottning · e8 svart kung · f8 svart löpare · h8 svart torn · a7 svart bonde · b7 svart bonde · c7 svart bonde · d7 svart bonde · f7 svart bonde · g7 svart bonde · h7 svart bonde · e6 svart bonde · f6 svart springare · c4 vit bonde · d4 vit bonde · f3 vit springare · a2 vit bonde · b2 vit bonde · e2 vit bonde · f2 vit bonde · g2 vit bonde · h2 vit bonde · a1 vit torn · b1 vit springare · c1 vit löpare · d1 vit drottning · e1 vit kung · f1 vit löpare · h1 vit torn | a8 svart torn · b8 svart springare · c8 svart löpare · d8 svart drottning · e8 svart kung · f8 svart löpare · h8 svart torn · a7 svart bonde · b7 svart bonde · c7 svart bonde · d7 svart bonde · f7 svart bonde · g7 svart bonde · h7 svart bonde · e6 svart bonde · f6 svart springare · c4 vit bonde · d4 vit bonde · f3 vit springare · a2 vit bonde · b2 vit bonde · e2 vit bonde · f2 vit bonde · g2 vit bonde · h2 vit bonde · a1 vit torn · b1 vit springare · c1 vit löpare · d1 vit drottning · e1 vit kung · f1 vit löpare · h1 vit torn | a8 svart torn · b8 svart springare · c8 svart löpare · d8 svart drottning · e8 svart kung · f8 svart löpare · h8 svart torn · a7 svart bonde · b7 svart bonde · c7 svart bonde · d7 svart bonde · f7 svart bonde · g7 svart bonde · h7 svart bonde · e6 svart bonde · f6 svart springare · c4 vit bonde · d4 vit bonde · f3 vit springare · a2 vit bonde · b2 vit bonde · e2 vit bonde · f2 vit bonde · g2 vit bonde · h2 vit bonde · a1 vit torn · b1 vit springare · c1 vit löpare · d1 vit drottning · e1 vit kung · f1 vit löpare · h1 vit torn | a8 svart torn · b8 svart springare · c8 svart löpare · d8 svart drottning · e8 svart kung · f8 svart löpare · h8 svart torn · a7 svart bonde · b7 svart bonde · c7 svart bonde · d7 svart bonde · f7 svart bonde · g7 svart bonde · h7 svart bonde · e6 svart bonde · f6 svart springare · c4 vit bonde · d4 vit bonde · f3 vit springare · a2 vit bonde · b2 vit bonde · e2 vit bonde · f2 vit bonde · g2 vit bonde · h2 vit bonde · a1 vit torn · b1 vit springare · c1 vit löpare · d1 vit drottning · e1 vit kung · f1 vit löpare · h1 vit torn | a8 svart torn · b8 svart springare · c8 svart löpare · d8 svart drottning · e8 svart kung · f8 svart löpare · h8 svart torn · a7 svart bonde · b7 svart bonde · c7 svart bonde · d7 svart bonde · f7 svart bonde · g7 svart bonde · h7 svart bonde · e6 svart bonde · f6 svart springare · c4 vit bonde · d4 vit bonde · f3 vit springare · a2 vit bonde · b2 vit bonde · e2 vit bonde · f2 vit bonde · g2 vit bonde · h2 vit bonde · a1 vit torn · b1 vit springare · c1 vit löpare · d1 vit drottning · e1 vit kung · f1 vit löpare · h1 vit torn | a8 svart torn · b8 svart springare · c8 svart löpare · d8 svart drottning · e8 svart kung · f8 svart löpare · h8 svart torn · a7 svart bonde · b7 svart bonde · c7 svart bonde · d7 svart bonde · f7 svart bonde · g7 svart bonde · h7 svart bonde · e6 svart bonde · f6 svart springare · c4 vit bonde · d4 vit bonde · f3 vit springare · a2 vit bonde · b2 vit bonde · e2 vit bonde · f2 vit bonde · g2 vit bonde · h2 vit bonde · a1 vit torn · b1 vit springare · c1 vit löpare · d1 vit drottning · e1 vit kung · f1 vit löpare · h1 vit torn | a8 svart torn · b8 svart springare · c8 svart löpare · d8 svart drottning · e8 svart kung · f8 svart löpare · h8 svart torn · a7 svart bonde · b7 svart bonde · c7 svart bonde · d7 svart bonde · f7 svart bonde · g7 svart bonde · h7 svart bonde · e6 svart bonde · f6 svart springare · c4 vit bonde · d4 vit bonde · f3 vit springare · a2 vit bonde · b2 vit bonde · e2 vit bonde · f2 vit bonde · g2 vit bonde · h2 vit bonde · a1 vit torn · b1 vit springare · c1 vit löpare · d1 vit drottning · e1 vit kung · f1 vit löpare · h1 vit torn | a8 svart torn · b8 svart springare · c8 svart löpare · d8 svart drottning · e8 svart kung · f8 svart löpare · h8 svart torn · a7 svart bonde · b7 svart bonde · c7 svart bonde · d7 svart bonde · f7 svart bonde · g7 svart bonde · h7 svart bonde · e6 svart bonde · f6 svart springare · c4 vit bonde · d4 vit bonde · f3 vit springare · a2 vit bonde · b2 vit bonde · e2 vit bonde · f2 vit bonde · g2 vit bonde · h2 vit bonde · a1 vit torn · b1 vit springare · c1 vit löpare · d1 vit drottning · e1 vit kung · f1 vit löpare · h1 vit torn | 2 |
| 1 | a8 svart torn · b8 svart springare · c8 svart löpare · d8 svart drottning · e8 svart kung · f8 svart löpare · h8 svart torn · a7 svart bonde · b7 svart bonde · c7 svart bonde · d7 svart bonde · f7 svart bonde · g7 svart bonde · h7 svart bonde · e6 svart bonde · f6 svart springare · c4 vit bonde · d4 vit bonde · f3 vit springare · a2 vit bonde · b2 vit bonde · e2 vit bonde · f2 vit bonde · g2 vit bonde · h2 vit bonde · a1 vit torn · b1 vit springare · c1 vit löpare · d1 vit drottning · e1 vit kung · f1 vit löpare · h1 vit torn | a8 svart torn · b8 svart springare · c8 svart löpare · d8 svart drottning · e8 svart kung · f8 svart löpare · h8 svart torn · a7 svart bonde · b7 svart bonde · c7 svart bonde · d7 svart bonde · f7 svart bonde · g7 svart bonde · h7 svart bonde · e6 svart bonde · f6 svart springare · c4 vit bonde · d4 vit bonde · f3 vit springare · a2 vit bonde · b2 vit bonde · e2 vit bonde · f2 vit bonde · g2 vit bonde · h2 vit bonde · a1 vit torn · b1 vit springare · c1 vit löpare · d1 vit drottning · e1 vit kung · f1 vit löpare · h1 vit torn | a8 svart torn · b8 svart springare · c8 svart löpare · d8 svart drottning · e8 svart kung · f8 svart löpare · h8 svart torn · a7 svart bonde · b7 svart bonde · c7 svart bonde · d7 svart bonde · f7 svart bonde · g7 svart bonde · h7 svart bonde · e6 svart bonde · f6 svart springare · c4 vit bonde · d4 vit bonde · f3 vit springare · a2 vit bonde · b2 vit bonde · e2 vit bonde · f2 vit bonde · g2 vit bonde · h2 vit bonde · a1 vit torn · b1 vit springare · c1 vit löpare · d1 vit drottning · e1 vit kung · f1 vit löpare · h1 vit torn | a8 svart torn · b8 svart springare · c8 svart löpare · d8 svart drottning · e8 svart kung · f8 svart löpare · h8 svart torn · a7 svart bonde · b7 svart bonde · c7 svart bonde · d7 svart bonde · f7 svart bonde · g7 svart bonde · h7 svart bonde · e6 svart bonde · f6 svart springare · c4 vit bonde · d4 vit bonde · f3 vit springare · a2 vit bonde · b2 vit bonde · e2 vit bonde · f2 vit bonde · g2 vit bonde · h2 vit bonde · a1 vit torn · b1 vit springare · c1 vit löpare · d1 vit drottning · e1 vit kung · f1 vit löpare · h1 vit torn | a8 svart torn · b8 svart springare · c8 svart löpare · d8 svart drottning · e8 svart kung · f8 svart löpare · h8 svart torn · a7 svart bonde · b7 svart bonde · c7 svart bonde · d7 svart bonde · f7 svart bonde · g7 svart bonde · h7 svart bonde · e6 svart bonde · f6 svart springare · c4 vit bonde · d4 vit bonde · f3 vit springare · a2 vit bonde · b2 vit bonde · e2 vit bonde · f2 vit bonde · g2 vit bonde · h2 vit bonde · a1 vit torn · b1 vit springare · c1 vit löpare · d1 vit drottning · e1 vit kung · f1 vit löpare · h1 vit torn | a8 svart torn · b8 svart springare · c8 svart löpare · d8 svart drottning · e8 svart kung · f8 svart löpare · h8 svart torn · a7 svart bonde · b7 svart bonde · c7 svart bonde · d7 svart bonde · f7 svart bonde · g7 svart bonde · h7 svart bonde · e6 svart bonde · f6 svart springare · c4 vit bonde · d4 vit bonde · f3 vit springare · a2 vit bonde · b2 vit bonde · e2 vit bonde · f2 vit bonde · g2 vit bonde · h2 vit bonde · a1 vit torn · b1 vit springare · c1 vit löpare · d1 vit drottning · e1 vit kung · f1 vit löpare · h1 vit torn | a8 svart torn · b8 svart springare · c8 svart löpare · d8 svart drottning · e8 svart kung · f8 svart löpare · h8 svart torn · a7 svart bonde · b7 svart bonde · c7 svart bonde · d7 svart bonde · f7 svart bonde · g7 svart bonde · h7 svart bonde · e6 svart bonde · f6 svart springare · c4 vit bonde · d4 vit bonde · f3 vit springare · a2 vit bonde · b2 vit bonde · e2 vit bonde · f2 vit bonde · g2 vit bonde · h2 vit bonde · a1 vit torn · b1 vit springare · c1 vit löpare · d1 vit drottning · e1 vit kung · f1 vit löpare · h1 vit torn | a8 svart torn · b8 svart springare · c8 svart löpare · d8 svart drottning · e8 svart kung · f8 svart löpare · h8 svart torn · a7 svart bonde · b7 svart bonde · c7 svart bonde · d7 svart bonde · f7 svart bonde · g7 svart bonde · h7 svart bonde · e6 svart bonde · f6 svart springare · c4 vit bonde · d4 vit bonde · f3 vit springare · a2 vit bonde · b2 vit bonde · e2 vit bonde · f2 vit bonde · g2 vit bonde · h2 vit bonde · a1 vit torn · b1 vit springare · c1 vit löpare · d1 vit drottning · e1 vit kung · f1 vit löpare · h1 vit torn | 1 |
|   | a | b | c | d | e | f | g | h |   |

E10 Dambondespel
1.d4 Sf6 2.c4 e6 3.Sf3
E11 Bogoindiskt försvar
1.d4 Sf6 2.c4 e6 3.Sf3 Lb4+
E12 Damindiskt försvar
1.d4 Sf6 2.c4 e6 3.Sf3 b6
E13 Damindiskt, 4.Sc3, huvudvarianten
1.d4 Sf6 2.c4 e6 3.Sf3 b6 4.Sc3 Lb7 5.Lg5 h6 6.Lh4 Lb4
E14 Damindiskt
1.d4 Sf6 2.c4 e6 3.Sf3 b6 4.e3
E15 Damindiskt
1.d4 Sf6 2.c4 e6 3.Sf3 b6 4.g3
E16 Damindiskt
1.d4 Sf6 2.c4 e6 3.Sf3 b6 4.g3 Lb7 5.Lg2 Lb4+
E17 Damindiskt
1.d4 Sf6 2.c4 e6 3.Sf3 b6 4.g3 Lb7 5.Lg2 Le7
E18 Damindiskt, gamla huvudvarianten, 7.Sc3
1.d4 Sf6 2.c4 e6 3.Sf3 b6 4.g3 Lb7 5.Lg2 Le7 6.0-0 0-0 7.Sc3
E19 Damindiskt, gamla huvudvarianten, 9.Dxc3
1.d4 Sf6 2.c4 e6 3.Sf3 b6 4.g3 Lb7 5.Lg2 Le7 6.0-0 0-0 7.Sc3 Se4 8.Dc2 Sxc3 9.Dxc3

### E20-E59: Nimzoindiskt försvar
|   | a | b | c | d | e | f | g | h |   |
| 8 | a8 svart torn · b8 svart springare · c8 svart löpare · d8 svart drottning · e8 svart kung · f8 svart löpare · h8 svart torn · a7 svart bonde · b7 svart bonde · c7 svart bonde · d7 svart bonde · f7 svart bonde · g7 svart bonde · h7 svart bonde · e6 svart bonde · f6 svart springare · c4 vit bonde · d4 vit bonde · c3 vit springare · a2 vit bonde · b2 vit bonde · e2 vit bonde · f2 vit bonde · g2 vit bonde · h2 vit bonde · a1 vit torn · c1 vit löpare · d1 vit drottning · e1 vit kung · f1 vit löpare · g1 vit springare · h1 vit torn | a8 svart torn · b8 svart springare · c8 svart löpare · d8 svart drottning · e8 svart kung · f8 svart löpare · h8 svart torn · a7 svart bonde · b7 svart bonde · c7 svart bonde · d7 svart bonde · f7 svart bonde · g7 svart bonde · h7 svart bonde · e6 svart bonde · f6 svart springare · c4 vit bonde · d4 vit bonde · c3 vit springare · a2 vit bonde · b2 vit bonde · e2 vit bonde · f2 vit bonde · g2 vit bonde · h2 vit bonde · a1 vit torn · c1 vit löpare · d1 vit drottning · e1 vit kung · f1 vit löpare · g1 vit springare · h1 vit torn | a8 svart torn · b8 svart springare · c8 svart löpare · d8 svart drottning · e8 svart kung · f8 svart löpare · h8 svart torn · a7 svart bonde · b7 svart bonde · c7 svart bonde · d7 svart bonde · f7 svart bonde · g7 svart bonde · h7 svart bonde · e6 svart bonde · f6 svart springare · c4 vit bonde · d4 vit bonde · c3 vit springare · a2 vit bonde · b2 vit bonde · e2 vit bonde · f2 vit bonde · g2 vit bonde · h2 vit bonde · a1 vit torn · c1 vit löpare · d1 vit drottning · e1 vit kung · f1 vit löpare · g1 vit springare · h1 vit torn | a8 svart torn · b8 svart springare · c8 svart löpare · d8 svart drottning · e8 svart kung · f8 svart löpare · h8 svart torn · a7 svart bonde · b7 svart bonde · c7 svart bonde · d7 svart bonde · f7 svart bonde · g7 svart bonde · h7 svart bonde · e6 svart bonde · f6 svart springare · c4 vit bonde · d4 vit bonde · c3 vit springare · a2 vit bonde · b2 vit bonde · e2 vit bonde · f2 vit bonde · g2 vit bonde · h2 vit bonde · a1 vit torn · c1 vit löpare · d1 vit drottning · e1 vit kung · f1 vit löpare · g1 vit springare · h1 vit torn | a8 svart torn · b8 svart springare · c8 svart löpare · d8 svart drottning · e8 svart kung · f8 svart löpare · h8 svart torn · a7 svart bonde · b7 svart bonde · c7 svart bonde · d7 svart bonde · f7 svart bonde · g7 svart bonde · h7 svart bonde · e6 svart bonde · f6 svart springare · c4 vit bonde · d4 vit bonde · c3 vit springare · a2 vit bonde · b2 vit bonde · e2 vit bonde · f2 vit bonde · g2 vit bonde · h2 vit bonde · a1 vit torn · c1 vit löpare · d1 vit drottning · e1 vit kung · f1 vit löpare · g1 vit springare · h1 vit torn | a8 svart torn · b8 svart springare · c8 svart löpare · d8 svart drottning · e8 svart kung · f8 svart löpare · h8 svart torn · a7 svart bonde · b7 svart bonde · c7 svart bonde · d7 svart bonde · f7 svart bonde · g7 svart bonde · h7 svart bonde · e6 svart bonde · f6 svart springare · c4 vit bonde · d4 vit bonde · c3 vit springare · a2 vit bonde · b2 vit bonde · e2 vit bonde · f2 vit bonde · g2 vit bonde · h2 vit bonde · a1 vit torn · c1 vit löpare · d1 vit drottning · e1 vit kung · f1 vit löpare · g1 vit springare · h1 vit torn | a8 svart torn · b8 svart springare · c8 svart löpare · d8 svart drottning · e8 svart kung · f8 svart löpare · h8 svart torn · a7 svart bonde · b7 svart bonde · c7 svart bonde · d7 svart bonde · f7 svart bonde · g7 svart bonde · h7 svart bonde · e6 svart bonde · f6 svart springare · c4 vit bonde · d4 vit bonde · c3 vit springare · a2 vit bonde · b2 vit bonde · e2 vit bonde · f2 vit bonde · g2 vit bonde · h2 vit bonde · a1 vit torn · c1 vit löpare · d1 vit drottning · e1 vit kung · f1 vit löpare · g1 vit springare · h1 vit torn | a8 svart torn · b8 svart springare · c8 svart löpare · d8 svart drottning · e8 svart kung · f8 svart löpare · h8 svart torn · a7 svart bonde · b7 svart bonde · c7 svart bonde · d7 svart bonde · f7 svart bonde · g7 svart bonde · h7 svart bonde · e6 svart bonde · f6 svart springare · c4 vit bonde · d4 vit bonde · c3 vit springare · a2 vit bonde · b2 vit bonde · e2 vit bonde · f2 vit bonde · g2 vit bonde · h2 vit bonde · a1 vit torn · c1 vit löpare · d1 vit drottning · e1 vit kung · f1 vit löpare · g1 vit springare · h1 vit torn | 8 |
| 7 | a8 svart torn · b8 svart springare · c8 svart löpare · d8 svart drottning · e8 svart kung · f8 svart löpare · h8 svart torn · a7 svart bonde · b7 svart bonde · c7 svart bonde · d7 svart bonde · f7 svart bonde · g7 svart bonde · h7 svart bonde · e6 svart bonde · f6 svart springare · c4 vit bonde · d4 vit bonde · c3 vit springare · a2 vit bonde · b2 vit bonde · e2 vit bonde · f2 vit bonde · g2 vit bonde · h2 vit bonde · a1 vit torn · c1 vit löpare · d1 vit drottning · e1 vit kung · f1 vit löpare · g1 vit springare · h1 vit torn | a8 svart torn · b8 svart springare · c8 svart löpare · d8 svart drottning · e8 svart kung · f8 svart löpare · h8 svart torn · a7 svart bonde · b7 svart bonde · c7 svart bonde · d7 svart bonde · f7 svart bonde · g7 svart bonde · h7 svart bonde · e6 svart bonde · f6 svart springare · c4 vit bonde · d4 vit bonde · c3 vit springare · a2 vit bonde · b2 vit bonde · e2 vit bonde · f2 vit bonde · g2 vit bonde · h2 vit bonde · a1 vit torn · c1 vit löpare · d1 vit drottning · e1 vit kung · f1 vit löpare · g1 vit springare · h1 vit torn | a8 svart torn · b8 svart springare · c8 svart löpare · d8 svart drottning · e8 svart kung · f8 svart löpare · h8 svart torn · a7 svart bonde · b7 svart bonde · c7 svart bonde · d7 svart bonde · f7 svart bonde · g7 svart bonde · h7 svart bonde · e6 svart bonde · f6 svart springare · c4 vit bonde · d4 vit bonde · c3 vit springare · a2 vit bonde · b2 vit bonde · e2 vit bonde · f2 vit bonde · g2 vit bonde · h2 vit bonde · a1 vit torn · c1 vit löpare · d1 vit drottning · e1 vit kung · f1 vit löpare · g1 vit springare · h1 vit torn | a8 svart torn · b8 svart springare · c8 svart löpare · d8 svart drottning · e8 svart kung · f8 svart löpare · h8 svart torn · a7 svart bonde · b7 svart bonde · c7 svart bonde · d7 svart bonde · f7 svart bonde · g7 svart bonde · h7 svart bonde · e6 svart bonde · f6 svart springare · c4 vit bonde · d4 vit bonde · c3 vit springare · a2 vit bonde · b2 vit bonde · e2 vit bonde · f2 vit bonde · g2 vit bonde · h2 vit bonde · a1 vit torn · c1 vit löpare · d1 vit drottning · e1 vit kung · f1 vit löpare · g1 vit springare · h1 vit torn | a8 svart torn · b8 svart springare · c8 svart löpare · d8 svart drottning · e8 svart kung · f8 svart löpare · h8 svart torn · a7 svart bonde · b7 svart bonde · c7 svart bonde · d7 svart bonde · f7 svart bonde · g7 svart bonde · h7 svart bonde · e6 svart bonde · f6 svart springare · c4 vit bonde · d4 vit bonde · c3 vit springare · a2 vit bonde · b2 vit bonde · e2 vit bonde · f2 vit bonde · g2 vit bonde · h2 vit bonde · a1 vit torn · c1 vit löpare · d1 vit drottning · e1 vit kung · f1 vit löpare · g1 vit springare · h1 vit torn | a8 svart torn · b8 svart springare · c8 svart löpare · d8 svart drottning · e8 svart kung · f8 svart löpare · h8 svart torn · a7 svart bonde · b7 svart bonde · c7 svart bonde · d7 svart bonde · f7 svart bonde · g7 svart bonde · h7 svart bonde · e6 svart bonde · f6 svart springare · c4 vit bonde · d4 vit bonde · c3 vit springare · a2 vit bonde · b2 vit bonde · e2 vit bonde · f2 vit bonde · g2 vit bonde · h2 vit bonde · a1 vit torn · c1 vit löpare · d1 vit drottning · e1 vit kung · f1 vit löpare · g1 vit springare · h1 vit torn | a8 svart torn · b8 svart springare · c8 svart löpare · d8 svart drottning · e8 svart kung · f8 svart löpare · h8 svart torn · a7 svart bonde · b7 svart bonde · c7 svart bonde · d7 svart bonde · f7 svart bonde · g7 svart bonde · h7 svart bonde · e6 svart bonde · f6 svart springare · c4 vit bonde · d4 vit bonde · c3 vit springare · a2 vit bonde · b2 vit bonde · e2 vit bonde · f2 vit bonde · g2 vit bonde · h2 vit bonde · a1 vit torn · c1 vit löpare · d1 vit drottning · e1 vit kung · f1 vit löpare · g1 vit springare · h1 vit torn | a8 svart torn · b8 svart springare · c8 svart löpare · d8 svart drottning · e8 svart kung · f8 svart löpare · h8 svart torn · a7 svart bonde · b7 svart bonde · c7 svart bonde · d7 svart bonde · f7 svart bonde · g7 svart bonde · h7 svart bonde · e6 svart bonde · f6 svart springare · c4 vit bonde · d4 vit bonde · c3 vit springare · a2 vit bonde · b2 vit bonde · e2 vit bonde · f2 vit bonde · g2 vit bonde · h2 vit bonde · a1 vit torn · c1 vit löpare · d1 vit drottning · e1 vit kung · f1 vit löpare · g1 vit springare · h1 vit torn | 7 |
| 6 | a8 svart torn · b8 svart springare · c8 svart löpare · d8 svart drottning · e8 svart kung · f8 svart löpare · h8 svart torn · a7 svart bonde · b7 svart bonde · c7 svart bonde · d7 svart bonde · f7 svart bonde · g7 svart bonde · h7 svart bonde · e6 svart bonde · f6 svart springare · c4 vit bonde · d4 vit bonde · c3 vit springare · a2 vit bonde · b2 vit bonde · e2 vit bonde · f2 vit bonde · g2 vit bonde · h2 vit bonde · a1 vit torn · c1 vit löpare · d1 vit drottning · e1 vit kung · f1 vit löpare · g1 vit springare · h1 vit torn | a8 svart torn · b8 svart springare · c8 svart löpare · d8 svart drottning · e8 svart kung · f8 svart löpare · h8 svart torn · a7 svart bonde · b7 svart bonde · c7 svart bonde · d7 svart bonde · f7 svart bonde · g7 svart bonde · h7 svart bonde · e6 svart bonde · f6 svart springare · c4 vit bonde · d4 vit bonde · c3 vit springare · a2 vit bonde · b2 vit bonde · e2 vit bonde · f2 vit bonde · g2 vit bonde · h2 vit bonde · a1 vit torn · c1 vit löpare · d1 vit drottning · e1 vit kung · f1 vit löpare · g1 vit springare · h1 vit torn | a8 svart torn · b8 svart springare · c8 svart löpare · d8 svart drottning · e8 svart kung · f8 svart löpare · h8 svart torn · a7 svart bonde · b7 svart bonde · c7 svart bonde · d7 svart bonde · f7 svart bonde · g7 svart bonde · h7 svart bonde · e6 svart bonde · f6 svart springare · c4 vit bonde · d4 vit bonde · c3 vit springare · a2 vit bonde · b2 vit bonde · e2 vit bonde · f2 vit bonde · g2 vit bonde · h2 vit bonde · a1 vit torn · c1 vit löpare · d1 vit drottning · e1 vit kung · f1 vit löpare · g1 vit springare · h1 vit torn | a8 svart torn · b8 svart springare · c8 svart löpare · d8 svart drottning · e8 svart kung · f8 svart löpare · h8 svart torn · a7 svart bonde · b7 svart bonde · c7 svart bonde · d7 svart bonde · f7 svart bonde · g7 svart bonde · h7 svart bonde · e6 svart bonde · f6 svart springare · c4 vit bonde · d4 vit bonde · c3 vit springare · a2 vit bonde · b2 vit bonde · e2 vit bonde · f2 vit bonde · g2 vit bonde · h2 vit bonde · a1 vit torn · c1 vit löpare · d1 vit drottning · e1 vit kung · f1 vit löpare · g1 vit springare · h1 vit torn | a8 svart torn · b8 svart springare · c8 svart löpare · d8 svart drottning · e8 svart kung · f8 svart löpare · h8 svart torn · a7 svart bonde · b7 svart bonde · c7 svart bonde · d7 svart bonde · f7 svart bonde · g7 svart bonde · h7 svart bonde · e6 svart bonde · f6 svart springare · c4 vit bonde · d4 vit bonde · c3 vit springare · a2 vit bonde · b2 vit bonde · e2 vit bonde · f2 vit bonde · g2 vit bonde · h2 vit bonde · a1 vit torn · c1 vit löpare · d1 vit drottning · e1 vit kung · f1 vit löpare · g1 vit springare · h1 vit torn | a8 svart torn · b8 svart springare · c8 svart löpare · d8 svart drottning · e8 svart kung · f8 svart löpare · h8 svart torn · a7 svart bonde · b7 svart bonde · c7 svart bonde · d7 svart bonde · f7 svart bonde · g7 svart bonde · h7 svart bonde · e6 svart bonde · f6 svart springare · c4 vit bonde · d4 vit bonde · c3 vit springare · a2 vit bonde · b2 vit bonde · e2 vit bonde · f2 vit bonde · g2 vit bonde · h2 vit bonde · a1 vit torn · c1 vit löpare · d1 vit drottning · e1 vit kung · f1 vit löpare · g1 vit springare · h1 vit torn | a8 svart torn · b8 svart springare · c8 svart löpare · d8 svart drottning · e8 svart kung · f8 svart löpare · h8 svart torn · a7 svart bonde · b7 svart bonde · c7 svart bonde · d7 svart bonde · f7 svart bonde · g7 svart bonde · h7 svart bonde · e6 svart bonde · f6 svart springare · c4 vit bonde · d4 vit bonde · c3 vit springare · a2 vit bonde · b2 vit bonde · e2 vit bonde · f2 vit bonde · g2 vit bonde · h2 vit bonde · a1 vit torn · c1 vit löpare · d1 vit drottning · e1 vit kung · f1 vit löpare · g1 vit springare · h1 vit torn | a8 svart torn · b8 svart springare · c8 svart löpare · d8 svart drottning · e8 svart kung · f8 svart löpare · h8 svart torn · a7 svart bonde · b7 svart bonde · c7 svart bonde · d7 svart bonde · f7 svart bonde · g7 svart bonde · h7 svart bonde · e6 svart bonde · f6 svart springare · c4 vit bonde · d4 vit bonde · c3 vit springare · a2 vit bonde · b2 vit bonde · e2 vit bonde · f2 vit bonde · g2 vit bonde · h2 vit bonde · a1 vit torn · c1 vit löpare · d1 vit drottning · e1 vit kung · f1 vit löpare · g1 vit springare · h1 vit torn | 6 |
| 5 | a8 svart torn · b8 svart springare · c8 svart löpare · d8 svart drottning · e8 svart kung · f8 svart löpare · h8 svart torn · a7 svart bonde · b7 svart bonde · c7 svart bonde · d7 svart bonde · f7 svart bonde · g7 svart bonde · h7 svart bonde · e6 svart bonde · f6 svart springare · c4 vit bonde · d4 vit bonde · c3 vit springare · a2 vit bonde · b2 vit bonde · e2 vit bonde · f2 vit bonde · g2 vit bonde · h2 vit bonde · a1 vit torn · c1 vit löpare · d1 vit drottning · e1 vit kung · f1 vit löpare · g1 vit springare · h1 vit torn | a8 svart torn · b8 svart springare · c8 svart löpare · d8 svart drottning · e8 svart kung · f8 svart löpare · h8 svart torn · a7 svart bonde · b7 svart bonde · c7 svart bonde · d7 svart bonde · f7 svart bonde · g7 svart bonde · h7 svart bonde · e6 svart bonde · f6 svart springare · c4 vit bonde · d4 vit bonde · c3 vit springare · a2 vit bonde · b2 vit bonde · e2 vit bonde · f2 vit bonde · g2 vit bonde · h2 vit bonde · a1 vit torn · c1 vit löpare · d1 vit drottning · e1 vit kung · f1 vit löpare · g1 vit springare · h1 vit torn | a8 svart torn · b8 svart springare · c8 svart löpare · d8 svart drottning · e8 svart kung · f8 svart löpare · h8 svart torn · a7 svart bonde · b7 svart bonde · c7 svart bonde · d7 svart bonde · f7 svart bonde · g7 svart bonde · h7 svart bonde · e6 svart bonde · f6 svart springare · c4 vit bonde · d4 vit bonde · c3 vit springare · a2 vit bonde · b2 vit bonde · e2 vit bonde · f2 vit bonde · g2 vit bonde · h2 vit bonde · a1 vit torn · c1 vit löpare · d1 vit drottning · e1 vit kung · f1 vit löpare · g1 vit springare · h1 vit torn | a8 svart torn · b8 svart springare · c8 svart löpare · d8 svart drottning · e8 svart kung · f8 svart löpare · h8 svart torn · a7 svart bonde · b7 svart bonde · c7 svart bonde · d7 svart bonde · f7 svart bonde · g7 svart bonde · h7 svart bonde · e6 svart bonde · f6 svart springare · c4 vit bonde · d4 vit bonde · c3 vit springare · a2 vit bonde · b2 vit bonde · e2 vit bonde · f2 vit bonde · g2 vit bonde · h2 vit bonde · a1 vit torn · c1 vit löpare · d1 vit drottning · e1 vit kung · f1 vit löpare · g1 vit springare · h1 vit torn | a8 svart torn · b8 svart springare · c8 svart löpare · d8 svart drottning · e8 svart kung · f8 svart löpare · h8 svart torn · a7 svart bonde · b7 svart bonde · c7 svart bonde · d7 svart bonde · f7 svart bonde · g7 svart bonde · h7 svart bonde · e6 svart bonde · f6 svart springare · c4 vit bonde · d4 vit bonde · c3 vit springare · a2 vit bonde · b2 vit bonde · e2 vit bonde · f2 vit bonde · g2 vit bonde · h2 vit bonde · a1 vit torn · c1 vit löpare · d1 vit drottning · e1 vit kung · f1 vit löpare · g1 vit springare · h1 vit torn | a8 svart torn · b8 svart springare · c8 svart löpare · d8 svart drottning · e8 svart kung · f8 svart löpare · h8 svart torn · a7 svart bonde · b7 svart bonde · c7 svart bonde · d7 svart bonde · f7 svart bonde · g7 svart bonde · h7 svart bonde · e6 svart bonde · f6 svart springare · c4 vit bonde · d4 vit bonde · c3 vit springare · a2 vit bonde · b2 vit bonde · e2 vit bonde · f2 vit bonde · g2 vit bonde · h2 vit bonde · a1 vit torn · c1 vit löpare · d1 vit drottning · e1 vit kung · f1 vit löpare · g1 vit springare · h1 vit torn | a8 svart torn · b8 svart springare · c8 svart löpare · d8 svart drottning · e8 svart kung · f8 svart löpare · h8 svart torn · a7 svart bonde · b7 svart bonde · c7 svart bonde · d7 svart bonde · f7 svart bonde · g7 svart bonde · h7 svart bonde · e6 svart bonde · f6 svart springare · c4 vit bonde · d4 vit bonde · c3 vit springare · a2 vit bonde · b2 vit bonde · e2 vit bonde · f2 vit bonde · g2 vit bonde · h2 vit bonde · a1 vit torn · c1 vit löpare · d1 vit drottning · e1 vit kung · f1 vit löpare · g1 vit springare · h1 vit torn | a8 svart torn · b8 svart springare · c8 svart löpare · d8 svart drottning · e8 svart kung · f8 svart löpare · h8 svart torn · a7 svart bonde · b7 svart bonde · c7 svart bonde · d7 svart bonde · f7 svart bonde · g7 svart bonde · h7 svart bonde · e6 svart bonde · f6 svart springare · c4 vit bonde · d4 vit bonde · c3 vit springare · a2 vit bonde · b2 vit bonde · e2 vit bonde · f2 vit bonde · g2 vit bonde · h2 vit bonde · a1 vit torn · c1 vit löpare · d1 vit drottning · e1 vit kung · f1 vit löpare · g1 vit springare · h1 vit torn | 5 |
| 4 | a8 svart torn · b8 svart springare · c8 svart löpare · d8 svart drottning · e8 svart kung · f8 svart löpare · h8 svart torn · a7 svart bonde · b7 svart bonde · c7 svart bonde · d7 svart bonde · f7 svart bonde · g7 svart bonde · h7 svart bonde · e6 svart bonde · f6 svart springare · c4 vit bonde · d4 vit bonde · c3 vit springare · a2 vit bonde · b2 vit bonde · e2 vit bonde · f2 vit bonde · g2 vit bonde · h2 vit bonde · a1 vit torn · c1 vit löpare · d1 vit drottning · e1 vit kung · f1 vit löpare · g1 vit springare · h1 vit torn | a8 svart torn · b8 svart springare · c8 svart löpare · d8 svart drottning · e8 svart kung · f8 svart löpare · h8 svart torn · a7 svart bonde · b7 svart bonde · c7 svart bonde · d7 svart bonde · f7 svart bonde · g7 svart bonde · h7 svart bonde · e6 svart bonde · f6 svart springare · c4 vit bonde · d4 vit bonde · c3 vit springare · a2 vit bonde · b2 vit bonde · e2 vit bonde · f2 vit bonde · g2 vit bonde · h2 vit bonde · a1 vit torn · c1 vit löpare · d1 vit drottning · e1 vit kung · f1 vit löpare · g1 vit springare · h1 vit torn | a8 svart torn · b8 svart springare · c8 svart löpare · d8 svart drottning · e8 svart kung · f8 svart löpare · h8 svart torn · a7 svart bonde · b7 svart bonde · c7 svart bonde · d7 svart bonde · f7 svart bonde · g7 svart bonde · h7 svart bonde · e6 svart bonde · f6 svart springare · c4 vit bonde · d4 vit bonde · c3 vit springare · a2 vit bonde · b2 vit bonde · e2 vit bonde · f2 vit bonde · g2 vit bonde · h2 vit bonde · a1 vit torn · c1 vit löpare · d1 vit drottning · e1 vit kung · f1 vit löpare · g1 vit springare · h1 vit torn | a8 svart torn · b8 svart springare · c8 svart löpare · d8 svart drottning · e8 svart kung · f8 svart löpare · h8 svart torn · a7 svart bonde · b7 svart bonde · c7 svart bonde · d7 svart bonde · f7 svart bonde · g7 svart bonde · h7 svart bonde · e6 svart bonde · f6 svart springare · c4 vit bonde · d4 vit bonde · c3 vit springare · a2 vit bonde · b2 vit bonde · e2 vit bonde · f2 vit bonde · g2 vit bonde · h2 vit bonde · a1 vit torn · c1 vit löpare · d1 vit drottning · e1 vit kung · f1 vit löpare · g1 vit springare · h1 vit torn | a8 svart torn · b8 svart springare · c8 svart löpare · d8 svart drottning · e8 svart kung · f8 svart löpare · h8 svart torn · a7 svart bonde · b7 svart bonde · c7 svart bonde · d7 svart bonde · f7 svart bonde · g7 svart bonde · h7 svart bonde · e6 svart bonde · f6 svart springare · c4 vit bonde · d4 vit bonde · c3 vit springare · a2 vit bonde · b2 vit bonde · e2 vit bonde · f2 vit bonde · g2 vit bonde · h2 vit bonde · a1 vit torn · c1 vit löpare · d1 vit drottning · e1 vit kung · f1 vit löpare · g1 vit springare · h1 vit torn | a8 svart torn · b8 svart springare · c8 svart löpare · d8 svart drottning · e8 svart kung · f8 svart löpare · h8 svart torn · a7 svart bonde · b7 svart bonde · c7 svart bonde · d7 svart bonde · f7 svart bonde · g7 svart bonde · h7 svart bonde · e6 svart bonde · f6 svart springare · c4 vit bonde · d4 vit bonde · c3 vit springare · a2 vit bonde · b2 vit bonde · e2 vit bonde · f2 vit bonde · g2 vit bonde · h2 vit bonde · a1 vit torn · c1 vit löpare · d1 vit drottning · e1 vit kung · f1 vit löpare · g1 vit springare · h1 vit torn | a8 svart torn · b8 svart springare · c8 svart löpare · d8 svart drottning · e8 svart kung · f8 svart löpare · h8 svart torn · a7 svart bonde · b7 svart bonde · c7 svart bonde · d7 svart bonde · f7 svart bonde · g7 svart bonde · h7 svart bonde · e6 svart bonde · f6 svart springare · c4 vit bonde · d4 vit bonde · c3 vit springare · a2 vit bonde · b2 vit bonde · e2 vit bonde · f2 vit bonde · g2 vit bonde · h2 vit bonde · a1 vit torn · c1 vit löpare · d1 vit drottning · e1 vit kung · f1 vit löpare · g1 vit springare · h1 vit torn | a8 svart torn · b8 svart springare · c8 svart löpare · d8 svart drottning · e8 svart kung · f8 svart löpare · h8 svart torn · a7 svart bonde · b7 svart bonde · c7 svart bonde · d7 svart bonde · f7 svart bonde · g7 svart bonde · h7 svart bonde · e6 svart bonde · f6 svart springare · c4 vit bonde · d4 vit bonde · c3 vit springare · a2 vit bonde · b2 vit bonde · e2 vit bonde · f2 vit bonde · g2 vit bonde · h2 vit bonde · a1 vit torn · c1 vit löpare · d1 vit drottning · e1 vit kung · f1 vit löpare · g1 vit springare · h1 vit torn | 4 |
| 3 | a8 svart torn · b8 svart springare · c8 svart löpare · d8 svart drottning · e8 svart kung · f8 svart löpare · h8 svart torn · a7 svart bonde · b7 svart bonde · c7 svart bonde · d7 svart bonde · f7 svart bonde · g7 svart bonde · h7 svart bonde · e6 svart bonde · f6 svart springare · c4 vit bonde · d4 vit bonde · c3 vit springare · a2 vit bonde · b2 vit bonde · e2 vit bonde · f2 vit bonde · g2 vit bonde · h2 vit bonde · a1 vit torn · c1 vit löpare · d1 vit drottning · e1 vit kung · f1 vit löpare · g1 vit springare · h1 vit torn | a8 svart torn · b8 svart springare · c8 svart löpare · d8 svart drottning · e8 svart kung · f8 svart löpare · h8 svart torn · a7 svart bonde · b7 svart bonde · c7 svart bonde · d7 svart bonde · f7 svart bonde · g7 svart bonde · h7 svart bonde · e6 svart bonde · f6 svart springare · c4 vit bonde · d4 vit bonde · c3 vit springare · a2 vit bonde · b2 vit bonde · e2 vit bonde · f2 vit bonde · g2 vit bonde · h2 vit bonde · a1 vit torn · c1 vit löpare · d1 vit drottning · e1 vit kung · f1 vit löpare · g1 vit springare · h1 vit torn | a8 svart torn · b8 svart springare · c8 svart löpare · d8 svart drottning · e8 svart kung · f8 svart löpare · h8 svart torn · a7 svart bonde · b7 svart bonde · c7 svart bonde · d7 svart bonde · f7 svart bonde · g7 svart bonde · h7 svart bonde · e6 svart bonde · f6 svart springare · c4 vit bonde · d4 vit bonde · c3 vit springare · a2 vit bonde · b2 vit bonde · e2 vit bonde · f2 vit bonde · g2 vit bonde · h2 vit bonde · a1 vit torn · c1 vit löpare · d1 vit drottning · e1 vit kung · f1 vit löpare · g1 vit springare · h1 vit torn | a8 svart torn · b8 svart springare · c8 svart löpare · d8 svart drottning · e8 svart kung · f8 svart löpare · h8 svart torn · a7 svart bonde · b7 svart bonde · c7 svart bonde · d7 svart bonde · f7 svart bonde · g7 svart bonde · h7 svart bonde · e6 svart bonde · f6 svart springare · c4 vit bonde · d4 vit bonde · c3 vit springare · a2 vit bonde · b2 vit bonde · e2 vit bonde · f2 vit bonde · g2 vit bonde · h2 vit bonde · a1 vit torn · c1 vit löpare · d1 vit drottning · e1 vit kung · f1 vit löpare · g1 vit springare · h1 vit torn | a8 svart torn · b8 svart springare · c8 svart löpare · d8 svart drottning · e8 svart kung · f8 svart löpare · h8 svart torn · a7 svart bonde · b7 svart bonde · c7 svart bonde · d7 svart bonde · f7 svart bonde · g7 svart bonde · h7 svart bonde · e6 svart bonde · f6 svart springare · c4 vit bonde · d4 vit bonde · c3 vit springare · a2 vit bonde · b2 vit bonde · e2 vit bonde · f2 vit bonde · g2 vit bonde · h2 vit bonde · a1 vit torn · c1 vit löpare · d1 vit drottning · e1 vit kung · f1 vit löpare · g1 vit springare · h1 vit torn | a8 svart torn · b8 svart springare · c8 svart löpare · d8 svart drottning · e8 svart kung · f8 svart löpare · h8 svart torn · a7 svart bonde · b7 svart bonde · c7 svart bonde · d7 svart bonde · f7 svart bonde · g7 svart bonde · h7 svart bonde · e6 svart bonde · f6 svart springare · c4 vit bonde · d4 vit bonde · c3 vit springare · a2 vit bonde · b2 vit bonde · e2 vit bonde · f2 vit bonde · g2 vit bonde · h2 vit bonde · a1 vit torn · c1 vit löpare · d1 vit drottning · e1 vit kung · f1 vit löpare · g1 vit springare · h1 vit torn | a8 svart torn · b8 svart springare · c8 svart löpare · d8 svart drottning · e8 svart kung · f8 svart löpare · h8 svart torn · a7 svart bonde · b7 svart bonde · c7 svart bonde · d7 svart bonde · f7 svart bonde · g7 svart bonde · h7 svart bonde · e6 svart bonde · f6 svart springare · c4 vit bonde · d4 vit bonde · c3 vit springare · a2 vit bonde · b2 vit bonde · e2 vit bonde · f2 vit bonde · g2 vit bonde · h2 vit bonde · a1 vit torn · c1 vit löpare · d1 vit drottning · e1 vit kung · f1 vit löpare · g1 vit springare · h1 vit torn | a8 svart torn · b8 svart springare · c8 svart löpare · d8 svart drottning · e8 svart kung · f8 svart löpare · h8 svart torn · a7 svart bonde · b7 svart bonde · c7 svart bonde · d7 svart bonde · f7 svart bonde · g7 svart bonde · h7 svart bonde · e6 svart bonde · f6 svart springare · c4 vit bonde · d4 vit bonde · c3 vit springare · a2 vit bonde · b2 vit bonde · e2 vit bonde · f2 vit bonde · g2 vit bonde · h2 vit bonde · a1 vit torn · c1 vit löpare · d1 vit drottning · e1 vit kung · f1 vit löpare · g1 vit springare · h1 vit torn | 3 |
| 2 | a8 svart torn · b8 svart springare · c8 svart löpare · d8 svart drottning · e8 svart kung · f8 svart löpare · h8 svart torn · a7 svart bonde · b7 svart bonde · c7 svart bonde · d7 svart bonde · f7 svart bonde · g7 svart bonde · h7 svart bonde · e6 svart bonde · f6 svart springare · c4 vit bonde · d4 vit bonde · c3 vit springare · a2 vit bonde · b2 vit bonde · e2 vit bonde · f2 vit bonde · g2 vit bonde · h2 vit bonde · a1 vit torn · c1 vit löpare · d1 vit drottning · e1 vit kung · f1 vit löpare · g1 vit springare · h1 vit torn | a8 svart torn · b8 svart springare · c8 svart löpare · d8 svart drottning · e8 svart kung · f8 svart löpare · h8 svart torn · a7 svart bonde · b7 svart bonde · c7 svart bonde · d7 svart bonde · f7 svart bonde · g7 svart bonde · h7 svart bonde · e6 svart bonde · f6 svart springare · c4 vit bonde · d4 vit bonde · c3 vit springare · a2 vit bonde · b2 vit bonde · e2 vit bonde · f2 vit bonde · g2 vit bonde · h2 vit bonde · a1 vit torn · c1 vit löpare · d1 vit drottning · e1 vit kung · f1 vit löpare · g1 vit springare · h1 vit torn | a8 svart torn · b8 svart springare · c8 svart löpare · d8 svart drottning · e8 svart kung · f8 svart löpare · h8 svart torn · a7 svart bonde · b7 svart bonde · c7 svart bonde · d7 svart bonde · f7 svart bonde · g7 svart bonde · h7 svart bonde · e6 svart bonde · f6 svart springare · c4 vit bonde · d4 vit bonde · c3 vit springare · a2 vit bonde · b2 vit bonde · e2 vit bonde · f2 vit bonde · g2 vit bonde · h2 vit bonde · a1 vit torn · c1 vit löpare · d1 vit drottning · e1 vit kung · f1 vit löpare · g1 vit springare · h1 vit torn | a8 svart torn · b8 svart springare · c8 svart löpare · d8 svart drottning · e8 svart kung · f8 svart löpare · h8 svart torn · a7 svart bonde · b7 svart bonde · c7 svart bonde · d7 svart bonde · f7 svart bonde · g7 svart bonde · h7 svart bonde · e6 svart bonde · f6 svart springare · c4 vit bonde · d4 vit bonde · c3 vit springare · a2 vit bonde · b2 vit bonde · e2 vit bonde · f2 vit bonde · g2 vit bonde · h2 vit bonde · a1 vit torn · c1 vit löpare · d1 vit drottning · e1 vit kung · f1 vit löpare · g1 vit springare · h1 vit torn | a8 svart torn · b8 svart springare · c8 svart löpare · d8 svart drottning · e8 svart kung · f8 svart löpare · h8 svart torn · a7 svart bonde · b7 svart bonde · c7 svart bonde · d7 svart bonde · f7 svart bonde · g7 svart bonde · h7 svart bonde · e6 svart bonde · f6 svart springare · c4 vit bonde · d4 vit bonde · c3 vit springare · a2 vit bonde · b2 vit bonde · e2 vit bonde · f2 vit bonde · g2 vit bonde · h2 vit bonde · a1 vit torn · c1 vit löpare · d1 vit drottning · e1 vit kung · f1 vit löpare · g1 vit springare · h1 vit torn | a8 svart torn · b8 svart springare · c8 svart löpare · d8 svart drottning · e8 svart kung · f8 svart löpare · h8 svart torn · a7 svart bonde · b7 svart bonde · c7 svart bonde · d7 svart bonde · f7 svart bonde · g7 svart bonde · h7 svart bonde · e6 svart bonde · f6 svart springare · c4 vit bonde · d4 vit bonde · c3 vit springare · a2 vit bonde · b2 vit bonde · e2 vit bonde · f2 vit bonde · g2 vit bonde · h2 vit bonde · a1 vit torn · c1 vit löpare · d1 vit drottning · e1 vit kung · f1 vit löpare · g1 vit springare · h1 vit torn | a8 svart torn · b8 svart springare · c8 svart löpare · d8 svart drottning · e8 svart kung · f8 svart löpare · h8 svart torn · a7 svart bonde · b7 svart bonde · c7 svart bonde · d7 svart bonde · f7 svart bonde · g7 svart bonde · h7 svart bonde · e6 svart bonde · f6 svart springare · c4 vit bonde · d4 vit bonde · c3 vit springare · a2 vit bonde · b2 vit bonde · e2 vit bonde · f2 vit bonde · g2 vit bonde · h2 vit bonde · a1 vit torn · c1 vit löpare · d1 vit drottning · e1 vit kung · f1 vit löpare · g1 vit springare · h1 vit torn | a8 svart torn · b8 svart springare · c8 svart löpare · d8 svart drottning · e8 svart kung · f8 svart löpare · h8 svart torn · a7 svart bonde · b7 svart bonde · c7 svart bonde · d7 svart bonde · f7 svart bonde · g7 svart bonde · h7 svart bonde · e6 svart bonde · f6 svart springare · c4 vit bonde · d4 vit bonde · c3 vit springare · a2 vit bonde · b2 vit bonde · e2 vit bonde · f2 vit bonde · g2 vit bonde · h2 vit bonde · a1 vit torn · c1 vit löpare · d1 vit drottning · e1 vit kung · f1 vit löpare · g1 vit springare · h1 vit torn | 2 |
| 1 | a8 svart torn · b8 svart springare · c8 svart löpare · d8 svart drottning · e8 svart kung · f8 svart löpare · h8 svart torn · a7 svart bonde · b7 svart bonde · c7 svart bonde · d7 svart bonde · f7 svart bonde · g7 svart bonde · h7 svart bonde · e6 svart bonde · f6 svart springare · c4 vit bonde · d4 vit bonde · c3 vit springare · a2 vit bonde · b2 vit bonde · e2 vit bonde · f2 vit bonde · g2 vit bonde · h2 vit bonde · a1 vit torn · c1 vit löpare · d1 vit drottning · e1 vit kung · f1 vit löpare · g1 vit springare · h1 vit torn | a8 svart torn · b8 svart springare · c8 svart löpare · d8 svart drottning · e8 svart kung · f8 svart löpare · h8 svart torn · a7 svart bonde · b7 svart bonde · c7 svart bonde · d7 svart bonde · f7 svart bonde · g7 svart bonde · h7 svart bonde · e6 svart bonde · f6 svart springare · c4 vit bonde · d4 vit bonde · c3 vit springare · a2 vit bonde · b2 vit bonde · e2 vit bonde · f2 vit bonde · g2 vit bonde · h2 vit bonde · a1 vit torn · c1 vit löpare · d1 vit drottning · e1 vit kung · f1 vit löpare · g1 vit springare · h1 vit torn | a8 svart torn · b8 svart springare · c8 svart löpare · d8 svart drottning · e8 svart kung · f8 svart löpare · h8 svart torn · a7 svart bonde · b7 svart bonde · c7 svart bonde · d7 svart bonde · f7 svart bonde · g7 svart bonde · h7 svart bonde · e6 svart bonde · f6 svart springare · c4 vit bonde · d4 vit bonde · c3 vit springare · a2 vit bonde · b2 vit bonde · e2 vit bonde · f2 vit bonde · g2 vit bonde · h2 vit bonde · a1 vit torn · c1 vit löpare · d1 vit drottning · e1 vit kung · f1 vit löpare · g1 vit springare · h1 vit torn | a8 svart torn · b8 svart springare · c8 svart löpare · d8 svart drottning · e8 svart kung · f8 svart löpare · h8 svart torn · a7 svart bonde · b7 svart bonde · c7 svart bonde · d7 svart bonde · f7 svart bonde · g7 svart bonde · h7 svart bonde · e6 svart bonde · f6 svart springare · c4 vit bonde · d4 vit bonde · c3 vit springare · a2 vit bonde · b2 vit bonde · e2 vit bonde · f2 vit bonde · g2 vit bonde · h2 vit bonde · a1 vit torn · c1 vit löpare · d1 vit drottning · e1 vit kung · f1 vit löpare · g1 vit springare · h1 vit torn | a8 svart torn · b8 svart springare · c8 svart löpare · d8 svart drottning · e8 svart kung · f8 svart löpare · h8 svart torn · a7 svart bonde · b7 svart bonde · c7 svart bonde · d7 svart bonde · f7 svart bonde · g7 svart bonde · h7 svart bonde · e6 svart bonde · f6 svart springare · c4 vit bonde · d4 vit bonde · c3 vit springare · a2 vit bonde · b2 vit bonde · e2 vit bonde · f2 vit bonde · g2 vit bonde · h2 vit bonde · a1 vit torn · c1 vit löpare · d1 vit drottning · e1 vit kung · f1 vit löpare · g1 vit springare · h1 vit torn | a8 svart torn · b8 svart springare · c8 svart löpare · d8 svart drottning · e8 svart kung · f8 svart löpare · h8 svart torn · a7 svart bonde · b7 svart bonde · c7 svart bonde · d7 svart bonde · f7 svart bonde · g7 svart bonde · h7 svart bonde · e6 svart bonde · f6 svart springare · c4 vit bonde · d4 vit bonde · c3 vit springare · a2 vit bonde · b2 vit bonde · e2 vit bonde · f2 vit bonde · g2 vit bonde · h2 vit bonde · a1 vit torn · c1 vit löpare · d1 vit drottning · e1 vit kung · f1 vit löpare · g1 vit springare · h1 vit torn | a8 svart torn · b8 svart springare · c8 svart löpare · d8 svart drottning · e8 svart kung · f8 svart löpare · h8 svart torn · a7 svart bonde · b7 svart bonde · c7 svart bonde · d7 svart bonde · f7 svart bonde · g7 svart bonde · h7 svart bonde · e6 svart bonde · f6 svart springare · c4 vit bonde · d4 vit bonde · c3 vit springare · a2 vit bonde · b2 vit bonde · e2 vit bonde · f2 vit bonde · g2 vit bonde · h2 vit bonde · a1 vit torn · c1 vit löpare · d1 vit drottning · e1 vit kung · f1 vit löpare · g1 vit springare · h1 vit torn | a8 svart torn · b8 svart springare · c8 svart löpare · d8 svart drottning · e8 svart kung · f8 svart löpare · h8 svart torn · a7 svart bonde · b7 svart bonde · c7 svart bonde · d7 svart bonde · f7 svart bonde · g7 svart bonde · h7 svart bonde · e6 svart bonde · f6 svart springare · c4 vit bonde · d4 vit bonde · c3 vit springare · a2 vit bonde · b2 vit bonde · e2 vit bonde · f2 vit bonde · g2 vit bonde · h2 vit bonde · a1 vit torn · c1 vit löpare · d1 vit drottning · e1 vit kung · f1 vit löpare · g1 vit springare · h1 vit torn | 1 |
|   | a | b | c | d | e | f | g | h |   |

E20 Nimzoindiskt försvar
1.d4 Sf6 2.c4 e6 3.Sc3 Lb4
E21 Nimzoindiskt, trespringarvarianten
1.d4 Sf6 2.c4 e6 3.Sc3 Lb4 4.Sf3
E22 Nimzoindiskt, Spielmannvarianten
1.d4 Sf6 2.c4 e6 3.Sc3 Lb4 4.Db3
E23 Nimzoindiskt, Spielmannvarianten
1.d4 Sf6 2.c4 e6 3.Sc3 Lb4 4.Db3 c5 5.dxc5 Sc6
E24 Nimzoindiskt, Sämischvarianten
1.d4 Sf6 2.c4 e6 3.Sc3 Lb4 4.a3 Lxc3+ 5.bxc3
E25 Nimzoindiskt, Sämischvarianten
1.d4 Sf6 2.c4 e6 3.Sc3 Lb4 4.a3 Lxc3+ 5.bxc3 c5 6.f3 d5 7.cxd5
E26 Nimzoindiskt, Sämischvarianten
1.d4 Sf6 2.c4 e6 3.Sc3 Lb4 4.a3 Lxc3+ 5.bxc3 c5 6.e3
E27 Nimzoindiskt, Sämischvarianten
1.d4 Sf6 2.c4 e6 3.Sc3 Lb4 4.a3 Lxc3+ 5.bxc3 0-0
E28 Nimzoindiskt, Sämischvarianten
1.d4 Sf6 2.c4 e6 3.Sc3 Lb4 4.a3 Lxc3+ 5.bxc3 0-0 6.e3
E29 Nimzoindiskt, Sämischvarianten
1.d4 Sf6 2.c4 e6 3.Sc3 Lb4 4.a3 Lxc3+ 5.bxc3 0-0 6.e3 c5 7.Ld3 Sc6
|   | a | b | c | d | e | f | g | h |   |
| 8 | a8 svart torn · b8 svart springare · c8 svart löpare · d8 svart drottning · e8 svart kung · h8 svart torn · a7 svart bonde · b7 svart bonde · c7 svart bonde · d7 svart bonde · f7 svart bonde · g7 svart bonde · h7 svart bonde · e6 svart bonde · f6 svart springare · b4 svart löpare · c4 vit bonde · d4 vit bonde · c3 vit springare · a2 vit bonde · b2 vit bonde · e2 vit bonde · f2 vit bonde · g2 vit bonde · h2 vit bonde · a1 vit torn · c1 vit löpare · d1 vit drottning · e1 vit kung · f1 vit löpare · g1 vit springare · h1 vit torn | a8 svart torn · b8 svart springare · c8 svart löpare · d8 svart drottning · e8 svart kung · h8 svart torn · a7 svart bonde · b7 svart bonde · c7 svart bonde · d7 svart bonde · f7 svart bonde · g7 svart bonde · h7 svart bonde · e6 svart bonde · f6 svart springare · b4 svart löpare · c4 vit bonde · d4 vit bonde · c3 vit springare · a2 vit bonde · b2 vit bonde · e2 vit bonde · f2 vit bonde · g2 vit bonde · h2 vit bonde · a1 vit torn · c1 vit löpare · d1 vit drottning · e1 vit kung · f1 vit löpare · g1 vit springare · h1 vit torn | a8 svart torn · b8 svart springare · c8 svart löpare · d8 svart drottning · e8 svart kung · h8 svart torn · a7 svart bonde · b7 svart bonde · c7 svart bonde · d7 svart bonde · f7 svart bonde · g7 svart bonde · h7 svart bonde · e6 svart bonde · f6 svart springare · b4 svart löpare · c4 vit bonde · d4 vit bonde · c3 vit springare · a2 vit bonde · b2 vit bonde · e2 vit bonde · f2 vit bonde · g2 vit bonde · h2 vit bonde · a1 vit torn · c1 vit löpare · d1 vit drottning · e1 vit kung · f1 vit löpare · g1 vit springare · h1 vit torn | a8 svart torn · b8 svart springare · c8 svart löpare · d8 svart drottning · e8 svart kung · h8 svart torn · a7 svart bonde · b7 svart bonde · c7 svart bonde · d7 svart bonde · f7 svart bonde · g7 svart bonde · h7 svart bonde · e6 svart bonde · f6 svart springare · b4 svart löpare · c4 vit bonde · d4 vit bonde · c3 vit springare · a2 vit bonde · b2 vit bonde · e2 vit bonde · f2 vit bonde · g2 vit bonde · h2 vit bonde · a1 vit torn · c1 vit löpare · d1 vit drottning · e1 vit kung · f1 vit löpare · g1 vit springare · h1 vit torn | a8 svart torn · b8 svart springare · c8 svart löpare · d8 svart drottning · e8 svart kung · h8 svart torn · a7 svart bonde · b7 svart bonde · c7 svart bonde · d7 svart bonde · f7 svart bonde · g7 svart bonde · h7 svart bonde · e6 svart bonde · f6 svart springare · b4 svart löpare · c4 vit bonde · d4 vit bonde · c3 vit springare · a2 vit bonde · b2 vit bonde · e2 vit bonde · f2 vit bonde · g2 vit bonde · h2 vit bonde · a1 vit torn · c1 vit löpare · d1 vit drottning · e1 vit kung · f1 vit löpare · g1 vit springare · h1 vit torn | a8 svart torn · b8 svart springare · c8 svart löpare · d8 svart drottning · e8 svart kung · h8 svart torn · a7 svart bonde · b7 svart bonde · c7 svart bonde · d7 svart bonde · f7 svart bonde · g7 svart bonde · h7 svart bonde · e6 svart bonde · f6 svart springare · b4 svart löpare · c4 vit bonde · d4 vit bonde · c3 vit springare · a2 vit bonde · b2 vit bonde · e2 vit bonde · f2 vit bonde · g2 vit bonde · h2 vit bonde · a1 vit torn · c1 vit löpare · d1 vit drottning · e1 vit kung · f1 vit löpare · g1 vit springare · h1 vit torn | a8 svart torn · b8 svart springare · c8 svart löpare · d8 svart drottning · e8 svart kung · h8 svart torn · a7 svart bonde · b7 svart bonde · c7 svart bonde · d7 svart bonde · f7 svart bonde · g7 svart bonde · h7 svart bonde · e6 svart bonde · f6 svart springare · b4 svart löpare · c4 vit bonde · d4 vit bonde · c3 vit springare · a2 vit bonde · b2 vit bonde · e2 vit bonde · f2 vit bonde · g2 vit bonde · h2 vit bonde · a1 vit torn · c1 vit löpare · d1 vit drottning · e1 vit kung · f1 vit löpare · g1 vit springare · h1 vit torn | a8 svart torn · b8 svart springare · c8 svart löpare · d8 svart drottning · e8 svart kung · h8 svart torn · a7 svart bonde · b7 svart bonde · c7 svart bonde · d7 svart bonde · f7 svart bonde · g7 svart bonde · h7 svart bonde · e6 svart bonde · f6 svart springare · b4 svart löpare · c4 vit bonde · d4 vit bonde · c3 vit springare · a2 vit bonde · b2 vit bonde · e2 vit bonde · f2 vit bonde · g2 vit bonde · h2 vit bonde · a1 vit torn · c1 vit löpare · d1 vit drottning · e1 vit kung · f1 vit löpare · g1 vit springare · h1 vit torn | 8 |
| 7 | a8 svart torn · b8 svart springare · c8 svart löpare · d8 svart drottning · e8 svart kung · h8 svart torn · a7 svart bonde · b7 svart bonde · c7 svart bonde · d7 svart bonde · f7 svart bonde · g7 svart bonde · h7 svart bonde · e6 svart bonde · f6 svart springare · b4 svart löpare · c4 vit bonde · d4 vit bonde · c3 vit springare · a2 vit bonde · b2 vit bonde · e2 vit bonde · f2 vit bonde · g2 vit bonde · h2 vit bonde · a1 vit torn · c1 vit löpare · d1 vit drottning · e1 vit kung · f1 vit löpare · g1 vit springare · h1 vit torn | a8 svart torn · b8 svart springare · c8 svart löpare · d8 svart drottning · e8 svart kung · h8 svart torn · a7 svart bonde · b7 svart bonde · c7 svart bonde · d7 svart bonde · f7 svart bonde · g7 svart bonde · h7 svart bonde · e6 svart bonde · f6 svart springare · b4 svart löpare · c4 vit bonde · d4 vit bonde · c3 vit springare · a2 vit bonde · b2 vit bonde · e2 vit bonde · f2 vit bonde · g2 vit bonde · h2 vit bonde · a1 vit torn · c1 vit löpare · d1 vit drottning · e1 vit kung · f1 vit löpare · g1 vit springare · h1 vit torn | a8 svart torn · b8 svart springare · c8 svart löpare · d8 svart drottning · e8 svart kung · h8 svart torn · a7 svart bonde · b7 svart bonde · c7 svart bonde · d7 svart bonde · f7 svart bonde · g7 svart bonde · h7 svart bonde · e6 svart bonde · f6 svart springare · b4 svart löpare · c4 vit bonde · d4 vit bonde · c3 vit springare · a2 vit bonde · b2 vit bonde · e2 vit bonde · f2 vit bonde · g2 vit bonde · h2 vit bonde · a1 vit torn · c1 vit löpare · d1 vit drottning · e1 vit kung · f1 vit löpare · g1 vit springare · h1 vit torn | a8 svart torn · b8 svart springare · c8 svart löpare · d8 svart drottning · e8 svart kung · h8 svart torn · a7 svart bonde · b7 svart bonde · c7 svart bonde · d7 svart bonde · f7 svart bonde · g7 svart bonde · h7 svart bonde · e6 svart bonde · f6 svart springare · b4 svart löpare · c4 vit bonde · d4 vit bonde · c3 vit springare · a2 vit bonde · b2 vit bonde · e2 vit bonde · f2 vit bonde · g2 vit bonde · h2 vit bonde · a1 vit torn · c1 vit löpare · d1 vit drottning · e1 vit kung · f1 vit löpare · g1 vit springare · h1 vit torn | a8 svart torn · b8 svart springare · c8 svart löpare · d8 svart drottning · e8 svart kung · h8 svart torn · a7 svart bonde · b7 svart bonde · c7 svart bonde · d7 svart bonde · f7 svart bonde · g7 svart bonde · h7 svart bonde · e6 svart bonde · f6 svart springare · b4 svart löpare · c4 vit bonde · d4 vit bonde · c3 vit springare · a2 vit bonde · b2 vit bonde · e2 vit bonde · f2 vit bonde · g2 vit bonde · h2 vit bonde · a1 vit torn · c1 vit löpare · d1 vit drottning · e1 vit kung · f1 vit löpare · g1 vit springare · h1 vit torn | a8 svart torn · b8 svart springare · c8 svart löpare · d8 svart drottning · e8 svart kung · h8 svart torn · a7 svart bonde · b7 svart bonde · c7 svart bonde · d7 svart bonde · f7 svart bonde · g7 svart bonde · h7 svart bonde · e6 svart bonde · f6 svart springare · b4 svart löpare · c4 vit bonde · d4 vit bonde · c3 vit springare · a2 vit bonde · b2 vit bonde · e2 vit bonde · f2 vit bonde · g2 vit bonde · h2 vit bonde · a1 vit torn · c1 vit löpare · d1 vit drottning · e1 vit kung · f1 vit löpare · g1 vit springare · h1 vit torn | a8 svart torn · b8 svart springare · c8 svart löpare · d8 svart drottning · e8 svart kung · h8 svart torn · a7 svart bonde · b7 svart bonde · c7 svart bonde · d7 svart bonde · f7 svart bonde · g7 svart bonde · h7 svart bonde · e6 svart bonde · f6 svart springare · b4 svart löpare · c4 vit bonde · d4 vit bonde · c3 vit springare · a2 vit bonde · b2 vit bonde · e2 vit bonde · f2 vit bonde · g2 vit bonde · h2 vit bonde · a1 vit torn · c1 vit löpare · d1 vit drottning · e1 vit kung · f1 vit löpare · g1 vit springare · h1 vit torn | a8 svart torn · b8 svart springare · c8 svart löpare · d8 svart drottning · e8 svart kung · h8 svart torn · a7 svart bonde · b7 svart bonde · c7 svart bonde · d7 svart bonde · f7 svart bonde · g7 svart bonde · h7 svart bonde · e6 svart bonde · f6 svart springare · b4 svart löpare · c4 vit bonde · d4 vit bonde · c3 vit springare · a2 vit bonde · b2 vit bonde · e2 vit bonde · f2 vit bonde · g2 vit bonde · h2 vit bonde · a1 vit torn · c1 vit löpare · d1 vit drottning · e1 vit kung · f1 vit löpare · g1 vit springare · h1 vit torn | 7 |
| 6 | a8 svart torn · b8 svart springare · c8 svart löpare · d8 svart drottning · e8 svart kung · h8 svart torn · a7 svart bonde · b7 svart bonde · c7 svart bonde · d7 svart bonde · f7 svart bonde · g7 svart bonde · h7 svart bonde · e6 svart bonde · f6 svart springare · b4 svart löpare · c4 vit bonde · d4 vit bonde · c3 vit springare · a2 vit bonde · b2 vit bonde · e2 vit bonde · f2 vit bonde · g2 vit bonde · h2 vit bonde · a1 vit torn · c1 vit löpare · d1 vit drottning · e1 vit kung · f1 vit löpare · g1 vit springare · h1 vit torn | a8 svart torn · b8 svart springare · c8 svart löpare · d8 svart drottning · e8 svart kung · h8 svart torn · a7 svart bonde · b7 svart bonde · c7 svart bonde · d7 svart bonde · f7 svart bonde · g7 svart bonde · h7 svart bonde · e6 svart bonde · f6 svart springare · b4 svart löpare · c4 vit bonde · d4 vit bonde · c3 vit springare · a2 vit bonde · b2 vit bonde · e2 vit bonde · f2 vit bonde · g2 vit bonde · h2 vit bonde · a1 vit torn · c1 vit löpare · d1 vit drottning · e1 vit kung · f1 vit löpare · g1 vit springare · h1 vit torn | a8 svart torn · b8 svart springare · c8 svart löpare · d8 svart drottning · e8 svart kung · h8 svart torn · a7 svart bonde · b7 svart bonde · c7 svart bonde · d7 svart bonde · f7 svart bonde · g7 svart bonde · h7 svart bonde · e6 svart bonde · f6 svart springare · b4 svart löpare · c4 vit bonde · d4 vit bonde · c3 vit springare · a2 vit bonde · b2 vit bonde · e2 vit bonde · f2 vit bonde · g2 vit bonde · h2 vit bonde · a1 vit torn · c1 vit löpare · d1 vit drottning · e1 vit kung · f1 vit löpare · g1 vit springare · h1 vit torn | a8 svart torn · b8 svart springare · c8 svart löpare · d8 svart drottning · e8 svart kung · h8 svart torn · a7 svart bonde · b7 svart bonde · c7 svart bonde · d7 svart bonde · f7 svart bonde · g7 svart bonde · h7 svart bonde · e6 svart bonde · f6 svart springare · b4 svart löpare · c4 vit bonde · d4 vit bonde · c3 vit springare · a2 vit bonde · b2 vit bonde · e2 vit bonde · f2 vit bonde · g2 vit bonde · h2 vit bonde · a1 vit torn · c1 vit löpare · d1 vit drottning · e1 vit kung · f1 vit löpare · g1 vit springare · h1 vit torn | a8 svart torn · b8 svart springare · c8 svart löpare · d8 svart drottning · e8 svart kung · h8 svart torn · a7 svart bonde · b7 svart bonde · c7 svart bonde · d7 svart bonde · f7 svart bonde · g7 svart bonde · h7 svart bonde · e6 svart bonde · f6 svart springare · b4 svart löpare · c4 vit bonde · d4 vit bonde · c3 vit springare · a2 vit bonde · b2 vit bonde · e2 vit bonde · f2 vit bonde · g2 vit bonde · h2 vit bonde · a1 vit torn · c1 vit löpare · d1 vit drottning · e1 vit kung · f1 vit löpare · g1 vit springare · h1 vit torn | a8 svart torn · b8 svart springare · c8 svart löpare · d8 svart drottning · e8 svart kung · h8 svart torn · a7 svart bonde · b7 svart bonde · c7 svart bonde · d7 svart bonde · f7 svart bonde · g7 svart bonde · h7 svart bonde · e6 svart bonde · f6 svart springare · b4 svart löpare · c4 vit bonde · d4 vit bonde · c3 vit springare · a2 vit bonde · b2 vit bonde · e2 vit bonde · f2 vit bonde · g2 vit bonde · h2 vit bonde · a1 vit torn · c1 vit löpare · d1 vit drottning · e1 vit kung · f1 vit löpare · g1 vit springare · h1 vit torn | a8 svart torn · b8 svart springare · c8 svart löpare · d8 svart drottning · e8 svart kung · h8 svart torn · a7 svart bonde · b7 svart bonde · c7 svart bonde · d7 svart bonde · f7 svart bonde · g7 svart bonde · h7 svart bonde · e6 svart bonde · f6 svart springare · b4 svart löpare · c4 vit bonde · d4 vit bonde · c3 vit springare · a2 vit bonde · b2 vit bonde · e2 vit bonde · f2 vit bonde · g2 vit bonde · h2 vit bonde · a1 vit torn · c1 vit löpare · d1 vit drottning · e1 vit kung · f1 vit löpare · g1 vit springare · h1 vit torn | a8 svart torn · b8 svart springare · c8 svart löpare · d8 svart drottning · e8 svart kung · h8 svart torn · a7 svart bonde · b7 svart bonde · c7 svart bonde · d7 svart bonde · f7 svart bonde · g7 svart bonde · h7 svart bonde · e6 svart bonde · f6 svart springare · b4 svart löpare · c4 vit bonde · d4 vit bonde · c3 vit springare · a2 vit bonde · b2 vit bonde · e2 vit bonde · f2 vit bonde · g2 vit bonde · h2 vit bonde · a1 vit torn · c1 vit löpare · d1 vit drottning · e1 vit kung · f1 vit löpare · g1 vit springare · h1 vit torn | 6 |
| 5 | a8 svart torn · b8 svart springare · c8 svart löpare · d8 svart drottning · e8 svart kung · h8 svart torn · a7 svart bonde · b7 svart bonde · c7 svart bonde · d7 svart bonde · f7 svart bonde · g7 svart bonde · h7 svart bonde · e6 svart bonde · f6 svart springare · b4 svart löpare · c4 vit bonde · d4 vit bonde · c3 vit springare · a2 vit bonde · b2 vit bonde · e2 vit bonde · f2 vit bonde · g2 vit bonde · h2 vit bonde · a1 vit torn · c1 vit löpare · d1 vit drottning · e1 vit kung · f1 vit löpare · g1 vit springare · h1 vit torn | a8 svart torn · b8 svart springare · c8 svart löpare · d8 svart drottning · e8 svart kung · h8 svart torn · a7 svart bonde · b7 svart bonde · c7 svart bonde · d7 svart bonde · f7 svart bonde · g7 svart bonde · h7 svart bonde · e6 svart bonde · f6 svart springare · b4 svart löpare · c4 vit bonde · d4 vit bonde · c3 vit springare · a2 vit bonde · b2 vit bonde · e2 vit bonde · f2 vit bonde · g2 vit bonde · h2 vit bonde · a1 vit torn · c1 vit löpare · d1 vit drottning · e1 vit kung · f1 vit löpare · g1 vit springare · h1 vit torn | a8 svart torn · b8 svart springare · c8 svart löpare · d8 svart drottning · e8 svart kung · h8 svart torn · a7 svart bonde · b7 svart bonde · c7 svart bonde · d7 svart bonde · f7 svart bonde · g7 svart bonde · h7 svart bonde · e6 svart bonde · f6 svart springare · b4 svart löpare · c4 vit bonde · d4 vit bonde · c3 vit springare · a2 vit bonde · b2 vit bonde · e2 vit bonde · f2 vit bonde · g2 vit bonde · h2 vit bonde · a1 vit torn · c1 vit löpare · d1 vit drottning · e1 vit kung · f1 vit löpare · g1 vit springare · h1 vit torn | a8 svart torn · b8 svart springare · c8 svart löpare · d8 svart drottning · e8 svart kung · h8 svart torn · a7 svart bonde · b7 svart bonde · c7 svart bonde · d7 svart bonde · f7 svart bonde · g7 svart bonde · h7 svart bonde · e6 svart bonde · f6 svart springare · b4 svart löpare · c4 vit bonde · d4 vit bonde · c3 vit springare · a2 vit bonde · b2 vit bonde · e2 vit bonde · f2 vit bonde · g2 vit bonde · h2 vit bonde · a1 vit torn · c1 vit löpare · d1 vit drottning · e1 vit kung · f1 vit löpare · g1 vit springare · h1 vit torn | a8 svart torn · b8 svart springare · c8 svart löpare · d8 svart drottning · e8 svart kung · h8 svart torn · a7 svart bonde · b7 svart bonde · c7 svart bonde · d7 svart bonde · f7 svart bonde · g7 svart bonde · h7 svart bonde · e6 svart bonde · f6 svart springare · b4 svart löpare · c4 vit bonde · d4 vit bonde · c3 vit springare · a2 vit bonde · b2 vit bonde · e2 vit bonde · f2 vit bonde · g2 vit bonde · h2 vit bonde · a1 vit torn · c1 vit löpare · d1 vit drottning · e1 vit kung · f1 vit löpare · g1 vit springare · h1 vit torn | a8 svart torn · b8 svart springare · c8 svart löpare · d8 svart drottning · e8 svart kung · h8 svart torn · a7 svart bonde · b7 svart bonde · c7 svart bonde · d7 svart bonde · f7 svart bonde · g7 svart bonde · h7 svart bonde · e6 svart bonde · f6 svart springare · b4 svart löpare · c4 vit bonde · d4 vit bonde · c3 vit springare · a2 vit bonde · b2 vit bonde · e2 vit bonde · f2 vit bonde · g2 vit bonde · h2 vit bonde · a1 vit torn · c1 vit löpare · d1 vit drottning · e1 vit kung · f1 vit löpare · g1 vit springare · h1 vit torn | a8 svart torn · b8 svart springare · c8 svart löpare · d8 svart drottning · e8 svart kung · h8 svart torn · a7 svart bonde · b7 svart bonde · c7 svart bonde · d7 svart bonde · f7 svart bonde · g7 svart bonde · h7 svart bonde · e6 svart bonde · f6 svart springare · b4 svart löpare · c4 vit bonde · d4 vit bonde · c3 vit springare · a2 vit bonde · b2 vit bonde · e2 vit bonde · f2 vit bonde · g2 vit bonde · h2 vit bonde · a1 vit torn · c1 vit löpare · d1 vit drottning · e1 vit kung · f1 vit löpare · g1 vit springare · h1 vit torn | a8 svart torn · b8 svart springare · c8 svart löpare · d8 svart drottning · e8 svart kung · h8 svart torn · a7 svart bonde · b7 svart bonde · c7 svart bonde · d7 svart bonde · f7 svart bonde · g7 svart bonde · h7 svart bonde · e6 svart bonde · f6 svart springare · b4 svart löpare · c4 vit bonde · d4 vit bonde · c3 vit springare · a2 vit bonde · b2 vit bonde · e2 vit bonde · f2 vit bonde · g2 vit bonde · h2 vit bonde · a1 vit torn · c1 vit löpare · d1 vit drottning · e1 vit kung · f1 vit löpare · g1 vit springare · h1 vit torn | 5 |
| 4 | a8 svart torn · b8 svart springare · c8 svart löpare · d8 svart drottning · e8 svart kung · h8 svart torn · a7 svart bonde · b7 svart bonde · c7 svart bonde · d7 svart bonde · f7 svart bonde · g7 svart bonde · h7 svart bonde · e6 svart bonde · f6 svart springare · b4 svart löpare · c4 vit bonde · d4 vit bonde · c3 vit springare · a2 vit bonde · b2 vit bonde · e2 vit bonde · f2 vit bonde · g2 vit bonde · h2 vit bonde · a1 vit torn · c1 vit löpare · d1 vit drottning · e1 vit kung · f1 vit löpare · g1 vit springare · h1 vit torn | a8 svart torn · b8 svart springare · c8 svart löpare · d8 svart drottning · e8 svart kung · h8 svart torn · a7 svart bonde · b7 svart bonde · c7 svart bonde · d7 svart bonde · f7 svart bonde · g7 svart bonde · h7 svart bonde · e6 svart bonde · f6 svart springare · b4 svart löpare · c4 vit bonde · d4 vit bonde · c3 vit springare · a2 vit bonde · b2 vit bonde · e2 vit bonde · f2 vit bonde · g2 vit bonde · h2 vit bonde · a1 vit torn · c1 vit löpare · d1 vit drottning · e1 vit kung · f1 vit löpare · g1 vit springare · h1 vit torn | a8 svart torn · b8 svart springare · c8 svart löpare · d8 svart drottning · e8 svart kung · h8 svart torn · a7 svart bonde · b7 svart bonde · c7 svart bonde · d7 svart bonde · f7 svart bonde · g7 svart bonde · h7 svart bonde · e6 svart bonde · f6 svart springare · b4 svart löpare · c4 vit bonde · d4 vit bonde · c3 vit springare · a2 vit bonde · b2 vit bonde · e2 vit bonde · f2 vit bonde · g2 vit bonde · h2 vit bonde · a1 vit torn · c1 vit löpare · d1 vit drottning · e1 vit kung · f1 vit löpare · g1 vit springare · h1 vit torn | a8 svart torn · b8 svart springare · c8 svart löpare · d8 svart drottning · e8 svart kung · h8 svart torn · a7 svart bonde · b7 svart bonde · c7 svart bonde · d7 svart bonde · f7 svart bonde · g7 svart bonde · h7 svart bonde · e6 svart bonde · f6 svart springare · b4 svart löpare · c4 vit bonde · d4 vit bonde · c3 vit springare · a2 vit bonde · b2 vit bonde · e2 vit bonde · f2 vit bonde · g2 vit bonde · h2 vit bonde · a1 vit torn · c1 vit löpare · d1 vit drottning · e1 vit kung · f1 vit löpare · g1 vit springare · h1 vit torn | a8 svart torn · b8 svart springare · c8 svart löpare · d8 svart drottning · e8 svart kung · h8 svart torn · a7 svart bonde · b7 svart bonde · c7 svart bonde · d7 svart bonde · f7 svart bonde · g7 svart bonde · h7 svart bonde · e6 svart bonde · f6 svart springare · b4 svart löpare · c4 vit bonde · d4 vit bonde · c3 vit springare · a2 vit bonde · b2 vit bonde · e2 vit bonde · f2 vit bonde · g2 vit bonde · h2 vit bonde · a1 vit torn · c1 vit löpare · d1 vit drottning · e1 vit kung · f1 vit löpare · g1 vit springare · h1 vit torn | a8 svart torn · b8 svart springare · c8 svart löpare · d8 svart drottning · e8 svart kung · h8 svart torn · a7 svart bonde · b7 svart bonde · c7 svart bonde · d7 svart bonde · f7 svart bonde · g7 svart bonde · h7 svart bonde · e6 svart bonde · f6 svart springare · b4 svart löpare · c4 vit bonde · d4 vit bonde · c3 vit springare · a2 vit bonde · b2 vit bonde · e2 vit bonde · f2 vit bonde · g2 vit bonde · h2 vit bonde · a1 vit torn · c1 vit löpare · d1 vit drottning · e1 vit kung · f1 vit löpare · g1 vit springare · h1 vit torn | a8 svart torn · b8 svart springare · c8 svart löpare · d8 svart drottning · e8 svart kung · h8 svart torn · a7 svart bonde · b7 svart bonde · c7 svart bonde · d7 svart bonde · f7 svart bonde · g7 svart bonde · h7 svart bonde · e6 svart bonde · f6 svart springare · b4 svart löpare · c4 vit bonde · d4 vit bonde · c3 vit springare · a2 vit bonde · b2 vit bonde · e2 vit bonde · f2 vit bonde · g2 vit bonde · h2 vit bonde · a1 vit torn · c1 vit löpare · d1 vit drottning · e1 vit kung · f1 vit löpare · g1 vit springare · h1 vit torn | a8 svart torn · b8 svart springare · c8 svart löpare · d8 svart drottning · e8 svart kung · h8 svart torn · a7 svart bonde · b7 svart bonde · c7 svart bonde · d7 svart bonde · f7 svart bonde · g7 svart bonde · h7 svart bonde · e6 svart bonde · f6 svart springare · b4 svart löpare · c4 vit bonde · d4 vit bonde · c3 vit springare · a2 vit bonde · b2 vit bonde · e2 vit bonde · f2 vit bonde · g2 vit bonde · h2 vit bonde · a1 vit torn · c1 vit löpare · d1 vit drottning · e1 vit kung · f1 vit löpare · g1 vit springare · h1 vit torn | 4 |
| 3 | a8 svart torn · b8 svart springare · c8 svart löpare · d8 svart drottning · e8 svart kung · h8 svart torn · a7 svart bonde · b7 svart bonde · c7 svart bonde · d7 svart bonde · f7 svart bonde · g7 svart bonde · h7 svart bonde · e6 svart bonde · f6 svart springare · b4 svart löpare · c4 vit bonde · d4 vit bonde · c3 vit springare · a2 vit bonde · b2 vit bonde · e2 vit bonde · f2 vit bonde · g2 vit bonde · h2 vit bonde · a1 vit torn · c1 vit löpare · d1 vit drottning · e1 vit kung · f1 vit löpare · g1 vit springare · h1 vit torn | a8 svart torn · b8 svart springare · c8 svart löpare · d8 svart drottning · e8 svart kung · h8 svart torn · a7 svart bonde · b7 svart bonde · c7 svart bonde · d7 svart bonde · f7 svart bonde · g7 svart bonde · h7 svart bonde · e6 svart bonde · f6 svart springare · b4 svart löpare · c4 vit bonde · d4 vit bonde · c3 vit springare · a2 vit bonde · b2 vit bonde · e2 vit bonde · f2 vit bonde · g2 vit bonde · h2 vit bonde · a1 vit torn · c1 vit löpare · d1 vit drottning · e1 vit kung · f1 vit löpare · g1 vit springare · h1 vit torn | a8 svart torn · b8 svart springare · c8 svart löpare · d8 svart drottning · e8 svart kung · h8 svart torn · a7 svart bonde · b7 svart bonde · c7 svart bonde · d7 svart bonde · f7 svart bonde · g7 svart bonde · h7 svart bonde · e6 svart bonde · f6 svart springare · b4 svart löpare · c4 vit bonde · d4 vit bonde · c3 vit springare · a2 vit bonde · b2 vit bonde · e2 vit bonde · f2 vit bonde · g2 vit bonde · h2 vit bonde · a1 vit torn · c1 vit löpare · d1 vit drottning · e1 vit kung · f1 vit löpare · g1 vit springare · h1 vit torn | a8 svart torn · b8 svart springare · c8 svart löpare · d8 svart drottning · e8 svart kung · h8 svart torn · a7 svart bonde · b7 svart bonde · c7 svart bonde · d7 svart bonde · f7 svart bonde · g7 svart bonde · h7 svart bonde · e6 svart bonde · f6 svart springare · b4 svart löpare · c4 vit bonde · d4 vit bonde · c3 vit springare · a2 vit bonde · b2 vit bonde · e2 vit bonde · f2 vit bonde · g2 vit bonde · h2 vit bonde · a1 vit torn · c1 vit löpare · d1 vit drottning · e1 vit kung · f1 vit löpare · g1 vit springare · h1 vit torn | a8 svart torn · b8 svart springare · c8 svart löpare · d8 svart drottning · e8 svart kung · h8 svart torn · a7 svart bonde · b7 svart bonde · c7 svart bonde · d7 svart bonde · f7 svart bonde · g7 svart bonde · h7 svart bonde · e6 svart bonde · f6 svart springare · b4 svart löpare · c4 vit bonde · d4 vit bonde · c3 vit springare · a2 vit bonde · b2 vit bonde · e2 vit bonde · f2 vit bonde · g2 vit bonde · h2 vit bonde · a1 vit torn · c1 vit löpare · d1 vit drottning · e1 vit kung · f1 vit löpare · g1 vit springare · h1 vit torn | a8 svart torn · b8 svart springare · c8 svart löpare · d8 svart drottning · e8 svart kung · h8 svart torn · a7 svart bonde · b7 svart bonde · c7 svart bonde · d7 svart bonde · f7 svart bonde · g7 svart bonde · h7 svart bonde · e6 svart bonde · f6 svart springare · b4 svart löpare · c4 vit bonde · d4 vit bonde · c3 vit springare · a2 vit bonde · b2 vit bonde · e2 vit bonde · f2 vit bonde · g2 vit bonde · h2 vit bonde · a1 vit torn · c1 vit löpare · d1 vit drottning · e1 vit kung · f1 vit löpare · g1 vit springare · h1 vit torn | a8 svart torn · b8 svart springare · c8 svart löpare · d8 svart drottning · e8 svart kung · h8 svart torn · a7 svart bonde · b7 svart bonde · c7 svart bonde · d7 svart bonde · f7 svart bonde · g7 svart bonde · h7 svart bonde · e6 svart bonde · f6 svart springare · b4 svart löpare · c4 vit bonde · d4 vit bonde · c3 vit springare · a2 vit bonde · b2 vit bonde · e2 vit bonde · f2 vit bonde · g2 vit bonde · h2 vit bonde · a1 vit torn · c1 vit löpare · d1 vit drottning · e1 vit kung · f1 vit löpare · g1 vit springare · h1 vit torn | a8 svart torn · b8 svart springare · c8 svart löpare · d8 svart drottning · e8 svart kung · h8 svart torn · a7 svart bonde · b7 svart bonde · c7 svart bonde · d7 svart bonde · f7 svart bonde · g7 svart bonde · h7 svart bonde · e6 svart bonde · f6 svart springare · b4 svart löpare · c4 vit bonde · d4 vit bonde · c3 vit springare · a2 vit bonde · b2 vit bonde · e2 vit bonde · f2 vit bonde · g2 vit bonde · h2 vit bonde · a1 vit torn · c1 vit löpare · d1 vit drottning · e1 vit kung · f1 vit löpare · g1 vit springare · h1 vit torn | 3 |
| 2 | a8 svart torn · b8 svart springare · c8 svart löpare · d8 svart drottning · e8 svart kung · h8 svart torn · a7 svart bonde · b7 svart bonde · c7 svart bonde · d7 svart bonde · f7 svart bonde · g7 svart bonde · h7 svart bonde · e6 svart bonde · f6 svart springare · b4 svart löpare · c4 vit bonde · d4 vit bonde · c3 vit springare · a2 vit bonde · b2 vit bonde · e2 vit bonde · f2 vit bonde · g2 vit bonde · h2 vit bonde · a1 vit torn · c1 vit löpare · d1 vit drottning · e1 vit kung · f1 vit löpare · g1 vit springare · h1 vit torn | a8 svart torn · b8 svart springare · c8 svart löpare · d8 svart drottning · e8 svart kung · h8 svart torn · a7 svart bonde · b7 svart bonde · c7 svart bonde · d7 svart bonde · f7 svart bonde · g7 svart bonde · h7 svart bonde · e6 svart bonde · f6 svart springare · b4 svart löpare · c4 vit bonde · d4 vit bonde · c3 vit springare · a2 vit bonde · b2 vit bonde · e2 vit bonde · f2 vit bonde · g2 vit bonde · h2 vit bonde · a1 vit torn · c1 vit löpare · d1 vit drottning · e1 vit kung · f1 vit löpare · g1 vit springare · h1 vit torn | a8 svart torn · b8 svart springare · c8 svart löpare · d8 svart drottning · e8 svart kung · h8 svart torn · a7 svart bonde · b7 svart bonde · c7 svart bonde · d7 svart bonde · f7 svart bonde · g7 svart bonde · h7 svart bonde · e6 svart bonde · f6 svart springare · b4 svart löpare · c4 vit bonde · d4 vit bonde · c3 vit springare · a2 vit bonde · b2 vit bonde · e2 vit bonde · f2 vit bonde · g2 vit bonde · h2 vit bonde · a1 vit torn · c1 vit löpare · d1 vit drottning · e1 vit kung · f1 vit löpare · g1 vit springare · h1 vit torn | a8 svart torn · b8 svart springare · c8 svart löpare · d8 svart drottning · e8 svart kung · h8 svart torn · a7 svart bonde · b7 svart bonde · c7 svart bonde · d7 svart bonde · f7 svart bonde · g7 svart bonde · h7 svart bonde · e6 svart bonde · f6 svart springare · b4 svart löpare · c4 vit bonde · d4 vit bonde · c3 vit springare · a2 vit bonde · b2 vit bonde · e2 vit bonde · f2 vit bonde · g2 vit bonde · h2 vit bonde · a1 vit torn · c1 vit löpare · d1 vit drottning · e1 vit kung · f1 vit löpare · g1 vit springare · h1 vit torn | a8 svart torn · b8 svart springare · c8 svart löpare · d8 svart drottning · e8 svart kung · h8 svart torn · a7 svart bonde · b7 svart bonde · c7 svart bonde · d7 svart bonde · f7 svart bonde · g7 svart bonde · h7 svart bonde · e6 svart bonde · f6 svart springare · b4 svart löpare · c4 vit bonde · d4 vit bonde · c3 vit springare · a2 vit bonde · b2 vit bonde · e2 vit bonde · f2 vit bonde · g2 vit bonde · h2 vit bonde · a1 vit torn · c1 vit löpare · d1 vit drottning · e1 vit kung · f1 vit löpare · g1 vit springare · h1 vit torn | a8 svart torn · b8 svart springare · c8 svart löpare · d8 svart drottning · e8 svart kung · h8 svart torn · a7 svart bonde · b7 svart bonde · c7 svart bonde · d7 svart bonde · f7 svart bonde · g7 svart bonde · h7 svart bonde · e6 svart bonde · f6 svart springare · b4 svart löpare · c4 vit bonde · d4 vit bonde · c3 vit springare · a2 vit bonde · b2 vit bonde · e2 vit bonde · f2 vit bonde · g2 vit bonde · h2 vit bonde · a1 vit torn · c1 vit löpare · d1 vit drottning · e1 vit kung · f1 vit löpare · g1 vit springare · h1 vit torn | a8 svart torn · b8 svart springare · c8 svart löpare · d8 svart drottning · e8 svart kung · h8 svart torn · a7 svart bonde · b7 svart bonde · c7 svart bonde · d7 svart bonde · f7 svart bonde · g7 svart bonde · h7 svart bonde · e6 svart bonde · f6 svart springare · b4 svart löpare · c4 vit bonde · d4 vit bonde · c3 vit springare · a2 vit bonde · b2 vit bonde · e2 vit bonde · f2 vit bonde · g2 vit bonde · h2 vit bonde · a1 vit torn · c1 vit löpare · d1 vit drottning · e1 vit kung · f1 vit löpare · g1 vit springare · h1 vit torn | a8 svart torn · b8 svart springare · c8 svart löpare · d8 svart drottning · e8 svart kung · h8 svart torn · a7 svart bonde · b7 svart bonde · c7 svart bonde · d7 svart bonde · f7 svart bonde · g7 svart bonde · h7 svart bonde · e6 svart bonde · f6 svart springare · b4 svart löpare · c4 vit bonde · d4 vit bonde · c3 vit springare · a2 vit bonde · b2 vit bonde · e2 vit bonde · f2 vit bonde · g2 vit bonde · h2 vit bonde · a1 vit torn · c1 vit löpare · d1 vit drottning · e1 vit kung · f1 vit löpare · g1 vit springare · h1 vit torn | 2 |
| 1 | a8 svart torn · b8 svart springare · c8 svart löpare · d8 svart drottning · e8 svart kung · h8 svart torn · a7 svart bonde · b7 svart bonde · c7 svart bonde · d7 svart bonde · f7 svart bonde · g7 svart bonde · h7 svart bonde · e6 svart bonde · f6 svart springare · b4 svart löpare · c4 vit bonde · d4 vit bonde · c3 vit springare · a2 vit bonde · b2 vit bonde · e2 vit bonde · f2 vit bonde · g2 vit bonde · h2 vit bonde · a1 vit torn · c1 vit löpare · d1 vit drottning · e1 vit kung · f1 vit löpare · g1 vit springare · h1 vit torn | a8 svart torn · b8 svart springare · c8 svart löpare · d8 svart drottning · e8 svart kung · h8 svart torn · a7 svart bonde · b7 svart bonde · c7 svart bonde · d7 svart bonde · f7 svart bonde · g7 svart bonde · h7 svart bonde · e6 svart bonde · f6 svart springare · b4 svart löpare · c4 vit bonde · d4 vit bonde · c3 vit springare · a2 vit bonde · b2 vit bonde · e2 vit bonde · f2 vit bonde · g2 vit bonde · h2 vit bonde · a1 vit torn · c1 vit löpare · d1 vit drottning · e1 vit kung · f1 vit löpare · g1 vit springare · h1 vit torn | a8 svart torn · b8 svart springare · c8 svart löpare · d8 svart drottning · e8 svart kung · h8 svart torn · a7 svart bonde · b7 svart bonde · c7 svart bonde · d7 svart bonde · f7 svart bonde · g7 svart bonde · h7 svart bonde · e6 svart bonde · f6 svart springare · b4 svart löpare · c4 vit bonde · d4 vit bonde · c3 vit springare · a2 vit bonde · b2 vit bonde · e2 vit bonde · f2 vit bonde · g2 vit bonde · h2 vit bonde · a1 vit torn · c1 vit löpare · d1 vit drottning · e1 vit kung · f1 vit löpare · g1 vit springare · h1 vit torn | a8 svart torn · b8 svart springare · c8 svart löpare · d8 svart drottning · e8 svart kung · h8 svart torn · a7 svart bonde · b7 svart bonde · c7 svart bonde · d7 svart bonde · f7 svart bonde · g7 svart bonde · h7 svart bonde · e6 svart bonde · f6 svart springare · b4 svart löpare · c4 vit bonde · d4 vit bonde · c3 vit springare · a2 vit bonde · b2 vit bonde · e2 vit bonde · f2 vit bonde · g2 vit bonde · h2 vit bonde · a1 vit torn · c1 vit löpare · d1 vit drottning · e1 vit kung · f1 vit löpare · g1 vit springare · h1 vit torn | a8 svart torn · b8 svart springare · c8 svart löpare · d8 svart drottning · e8 svart kung · h8 svart torn · a7 svart bonde · b7 svart bonde · c7 svart bonde · d7 svart bonde · f7 svart bonde · g7 svart bonde · h7 svart bonde · e6 svart bonde · f6 svart springare · b4 svart löpare · c4 vit bonde · d4 vit bonde · c3 vit springare · a2 vit bonde · b2 vit bonde · e2 vit bonde · f2 vit bonde · g2 vit bonde · h2 vit bonde · a1 vit torn · c1 vit löpare · d1 vit drottning · e1 vit kung · f1 vit löpare · g1 vit springare · h1 vit torn | a8 svart torn · b8 svart springare · c8 svart löpare · d8 svart drottning · e8 svart kung · h8 svart torn · a7 svart bonde · b7 svart bonde · c7 svart bonde · d7 svart bonde · f7 svart bonde · g7 svart bonde · h7 svart bonde · e6 svart bonde · f6 svart springare · b4 svart löpare · c4 vit bonde · d4 vit bonde · c3 vit springare · a2 vit bonde · b2 vit bonde · e2 vit bonde · f2 vit bonde · g2 vit bonde · h2 vit bonde · a1 vit torn · c1 vit löpare · d1 vit drottning · e1 vit kung · f1 vit löpare · g1 vit springare · h1 vit torn | a8 svart torn · b8 svart springare · c8 svart löpare · d8 svart drottning · e8 svart kung · h8 svart torn · a7 svart bonde · b7 svart bonde · c7 svart bonde · d7 svart bonde · f7 svart bonde · g7 svart bonde · h7 svart bonde · e6 svart bonde · f6 svart springare · b4 svart löpare · c4 vit bonde · d4 vit bonde · c3 vit springare · a2 vit bonde · b2 vit bonde · e2 vit bonde · f2 vit bonde · g2 vit bonde · h2 vit bonde · a1 vit torn · c1 vit löpare · d1 vit drottning · e1 vit kung · f1 vit löpare · g1 vit springare · h1 vit torn | a8 svart torn · b8 svart springare · c8 svart löpare · d8 svart drottning · e8 svart kung · h8 svart torn · a7 svart bonde · b7 svart bonde · c7 svart bonde · d7 svart bonde · f7 svart bonde · g7 svart bonde · h7 svart bonde · e6 svart bonde · f6 svart springare · b4 svart löpare · c4 vit bonde · d4 vit bonde · c3 vit springare · a2 vit bonde · b2 vit bonde · e2 vit bonde · f2 vit bonde · g2 vit bonde · h2 vit bonde · a1 vit torn · c1 vit löpare · d1 vit drottning · e1 vit kung · f1 vit löpare · g1 vit springare · h1 vit torn | 1 |
|   | a | b | c | d | e | f | g | h |   |

E30 Nimzoindiskt, Leningradvarianten
1.d4 Sf6 2.c4 e6 3.Sc3 Lb4 4.Lg5
E31 Nimzoindiskt, Leningrad, huvudvariant
1.d4 Sf6 2.c4 e6 3.Sc3 Lb4 4.Lg5 h6 5.Lh4 c5 6.d5 d6
E32 Nimzo-indiskt, klassiska varianten
1.d4 Sf6 2.c4 e6 3.Sc3 Lb4 4.Dc2
E33 Nimzoindiskt, klassiska
1.d4 Sf6 2.c4 e6 3.Sc3 Lb4 4.Dc2 Sc6
E34 Nimzoindiskt, klassiska, Noavarianten
1.d4 Sf6 2.c4 e6 3.Sc3 Lb4 4.Dc2 d5
E35 Nimzoindiskt, klassiska, Noavarianten, 5.cxd5 exd5
1.d4 Sf6 2.c4 e6 3.Sc3 Lb4 4.Dc2 d5 5.cxd5 exd5
E36 Nimzoindiskt, klassiska
1.d4 Sf6 2.c4 e6 3.Sc3 Lb4 4.Dc2 d5 5.a3
E37 Nimzoindiskt, klassiska
1.d4 Sf6 2.c4 e6 3.Sc3 Lb4 4.Dc2 d5 5.a3 Lxc3+ 6.Dxc3 Se4 7.Dc2
E38 Nimzoindiskt, klassiska, 4...c5
1.d4 Sf6 2.c4 e6 3.Sc3 Lb4 4.Dc2 c5
E39 Nimzoindiskt, klassiska, Pircvarianten
1.d4 Sf6 2.c4 e6 3.Sc3 Lb4 4.Dc2 c5 5.dxc5 0-0
|   | a | b | c | d | e | f | g | h |   |
| 8 | a8 svart torn · b8 svart springare · c8 svart löpare · d8 svart drottning · e8 svart kung · h8 svart torn · a7 svart bonde · b7 svart bonde · c7 svart bonde · d7 svart bonde · f7 svart bonde · g7 svart bonde · h7 svart bonde · e6 svart bonde · f6 svart springare · b4 svart löpare · c4 vit bonde · d4 vit bonde · c3 vit springare · e3 vit bonde · a2 vit bonde · b2 vit bonde · f2 vit bonde · g2 vit bonde · h2 vit bonde · a1 vit torn · c1 vit löpare · d1 vit drottning · e1 vit kung · f1 vit löpare · g1 vit springare · h1 vit torn | a8 svart torn · b8 svart springare · c8 svart löpare · d8 svart drottning · e8 svart kung · h8 svart torn · a7 svart bonde · b7 svart bonde · c7 svart bonde · d7 svart bonde · f7 svart bonde · g7 svart bonde · h7 svart bonde · e6 svart bonde · f6 svart springare · b4 svart löpare · c4 vit bonde · d4 vit bonde · c3 vit springare · e3 vit bonde · a2 vit bonde · b2 vit bonde · f2 vit bonde · g2 vit bonde · h2 vit bonde · a1 vit torn · c1 vit löpare · d1 vit drottning · e1 vit kung · f1 vit löpare · g1 vit springare · h1 vit torn | a8 svart torn · b8 svart springare · c8 svart löpare · d8 svart drottning · e8 svart kung · h8 svart torn · a7 svart bonde · b7 svart bonde · c7 svart bonde · d7 svart bonde · f7 svart bonde · g7 svart bonde · h7 svart bonde · e6 svart bonde · f6 svart springare · b4 svart löpare · c4 vit bonde · d4 vit bonde · c3 vit springare · e3 vit bonde · a2 vit bonde · b2 vit bonde · f2 vit bonde · g2 vit bonde · h2 vit bonde · a1 vit torn · c1 vit löpare · d1 vit drottning · e1 vit kung · f1 vit löpare · g1 vit springare · h1 vit torn | a8 svart torn · b8 svart springare · c8 svart löpare · d8 svart drottning · e8 svart kung · h8 svart torn · a7 svart bonde · b7 svart bonde · c7 svart bonde · d7 svart bonde · f7 svart bonde · g7 svart bonde · h7 svart bonde · e6 svart bonde · f6 svart springare · b4 svart löpare · c4 vit bonde · d4 vit bonde · c3 vit springare · e3 vit bonde · a2 vit bonde · b2 vit bonde · f2 vit bonde · g2 vit bonde · h2 vit bonde · a1 vit torn · c1 vit löpare · d1 vit drottning · e1 vit kung · f1 vit löpare · g1 vit springare · h1 vit torn | a8 svart torn · b8 svart springare · c8 svart löpare · d8 svart drottning · e8 svart kung · h8 svart torn · a7 svart bonde · b7 svart bonde · c7 svart bonde · d7 svart bonde · f7 svart bonde · g7 svart bonde · h7 svart bonde · e6 svart bonde · f6 svart springare · b4 svart löpare · c4 vit bonde · d4 vit bonde · c3 vit springare · e3 vit bonde · a2 vit bonde · b2 vit bonde · f2 vit bonde · g2 vit bonde · h2 vit bonde · a1 vit torn · c1 vit löpare · d1 vit drottning · e1 vit kung · f1 vit löpare · g1 vit springare · h1 vit torn | a8 svart torn · b8 svart springare · c8 svart löpare · d8 svart drottning · e8 svart kung · h8 svart torn · a7 svart bonde · b7 svart bonde · c7 svart bonde · d7 svart bonde · f7 svart bonde · g7 svart bonde · h7 svart bonde · e6 svart bonde · f6 svart springare · b4 svart löpare · c4 vit bonde · d4 vit bonde · c3 vit springare · e3 vit bonde · a2 vit bonde · b2 vit bonde · f2 vit bonde · g2 vit bonde · h2 vit bonde · a1 vit torn · c1 vit löpare · d1 vit drottning · e1 vit kung · f1 vit löpare · g1 vit springare · h1 vit torn | a8 svart torn · b8 svart springare · c8 svart löpare · d8 svart drottning · e8 svart kung · h8 svart torn · a7 svart bonde · b7 svart bonde · c7 svart bonde · d7 svart bonde · f7 svart bonde · g7 svart bonde · h7 svart bonde · e6 svart bonde · f6 svart springare · b4 svart löpare · c4 vit bonde · d4 vit bonde · c3 vit springare · e3 vit bonde · a2 vit bonde · b2 vit bonde · f2 vit bonde · g2 vit bonde · h2 vit bonde · a1 vit torn · c1 vit löpare · d1 vit drottning · e1 vit kung · f1 vit löpare · g1 vit springare · h1 vit torn | a8 svart torn · b8 svart springare · c8 svart löpare · d8 svart drottning · e8 svart kung · h8 svart torn · a7 svart bonde · b7 svart bonde · c7 svart bonde · d7 svart bonde · f7 svart bonde · g7 svart bonde · h7 svart bonde · e6 svart bonde · f6 svart springare · b4 svart löpare · c4 vit bonde · d4 vit bonde · c3 vit springare · e3 vit bonde · a2 vit bonde · b2 vit bonde · f2 vit bonde · g2 vit bonde · h2 vit bonde · a1 vit torn · c1 vit löpare · d1 vit drottning · e1 vit kung · f1 vit löpare · g1 vit springare · h1 vit torn | 8 |
| 7 | a8 svart torn · b8 svart springare · c8 svart löpare · d8 svart drottning · e8 svart kung · h8 svart torn · a7 svart bonde · b7 svart bonde · c7 svart bonde · d7 svart bonde · f7 svart bonde · g7 svart bonde · h7 svart bonde · e6 svart bonde · f6 svart springare · b4 svart löpare · c4 vit bonde · d4 vit bonde · c3 vit springare · e3 vit bonde · a2 vit bonde · b2 vit bonde · f2 vit bonde · g2 vit bonde · h2 vit bonde · a1 vit torn · c1 vit löpare · d1 vit drottning · e1 vit kung · f1 vit löpare · g1 vit springare · h1 vit torn | a8 svart torn · b8 svart springare · c8 svart löpare · d8 svart drottning · e8 svart kung · h8 svart torn · a7 svart bonde · b7 svart bonde · c7 svart bonde · d7 svart bonde · f7 svart bonde · g7 svart bonde · h7 svart bonde · e6 svart bonde · f6 svart springare · b4 svart löpare · c4 vit bonde · d4 vit bonde · c3 vit springare · e3 vit bonde · a2 vit bonde · b2 vit bonde · f2 vit bonde · g2 vit bonde · h2 vit bonde · a1 vit torn · c1 vit löpare · d1 vit drottning · e1 vit kung · f1 vit löpare · g1 vit springare · h1 vit torn | a8 svart torn · b8 svart springare · c8 svart löpare · d8 svart drottning · e8 svart kung · h8 svart torn · a7 svart bonde · b7 svart bonde · c7 svart bonde · d7 svart bonde · f7 svart bonde · g7 svart bonde · h7 svart bonde · e6 svart bonde · f6 svart springare · b4 svart löpare · c4 vit bonde · d4 vit bonde · c3 vit springare · e3 vit bonde · a2 vit bonde · b2 vit bonde · f2 vit bonde · g2 vit bonde · h2 vit bonde · a1 vit torn · c1 vit löpare · d1 vit drottning · e1 vit kung · f1 vit löpare · g1 vit springare · h1 vit torn | a8 svart torn · b8 svart springare · c8 svart löpare · d8 svart drottning · e8 svart kung · h8 svart torn · a7 svart bonde · b7 svart bonde · c7 svart bonde · d7 svart bonde · f7 svart bonde · g7 svart bonde · h7 svart bonde · e6 svart bonde · f6 svart springare · b4 svart löpare · c4 vit bonde · d4 vit bonde · c3 vit springare · e3 vit bonde · a2 vit bonde · b2 vit bonde · f2 vit bonde · g2 vit bonde · h2 vit bonde · a1 vit torn · c1 vit löpare · d1 vit drottning · e1 vit kung · f1 vit löpare · g1 vit springare · h1 vit torn | a8 svart torn · b8 svart springare · c8 svart löpare · d8 svart drottning · e8 svart kung · h8 svart torn · a7 svart bonde · b7 svart bonde · c7 svart bonde · d7 svart bonde · f7 svart bonde · g7 svart bonde · h7 svart bonde · e6 svart bonde · f6 svart springare · b4 svart löpare · c4 vit bonde · d4 vit bonde · c3 vit springare · e3 vit bonde · a2 vit bonde · b2 vit bonde · f2 vit bonde · g2 vit bonde · h2 vit bonde · a1 vit torn · c1 vit löpare · d1 vit drottning · e1 vit kung · f1 vit löpare · g1 vit springare · h1 vit torn | a8 svart torn · b8 svart springare · c8 svart löpare · d8 svart drottning · e8 svart kung · h8 svart torn · a7 svart bonde · b7 svart bonde · c7 svart bonde · d7 svart bonde · f7 svart bonde · g7 svart bonde · h7 svart bonde · e6 svart bonde · f6 svart springare · b4 svart löpare · c4 vit bonde · d4 vit bonde · c3 vit springare · e3 vit bonde · a2 vit bonde · b2 vit bonde · f2 vit bonde · g2 vit bonde · h2 vit bonde · a1 vit torn · c1 vit löpare · d1 vit drottning · e1 vit kung · f1 vit löpare · g1 vit springare · h1 vit torn | a8 svart torn · b8 svart springare · c8 svart löpare · d8 svart drottning · e8 svart kung · h8 svart torn · a7 svart bonde · b7 svart bonde · c7 svart bonde · d7 svart bonde · f7 svart bonde · g7 svart bonde · h7 svart bonde · e6 svart bonde · f6 svart springare · b4 svart löpare · c4 vit bonde · d4 vit bonde · c3 vit springare · e3 vit bonde · a2 vit bonde · b2 vit bonde · f2 vit bonde · g2 vit bonde · h2 vit bonde · a1 vit torn · c1 vit löpare · d1 vit drottning · e1 vit kung · f1 vit löpare · g1 vit springare · h1 vit torn | a8 svart torn · b8 svart springare · c8 svart löpare · d8 svart drottning · e8 svart kung · h8 svart torn · a7 svart bonde · b7 svart bonde · c7 svart bonde · d7 svart bonde · f7 svart bonde · g7 svart bonde · h7 svart bonde · e6 svart bonde · f6 svart springare · b4 svart löpare · c4 vit bonde · d4 vit bonde · c3 vit springare · e3 vit bonde · a2 vit bonde · b2 vit bonde · f2 vit bonde · g2 vit bonde · h2 vit bonde · a1 vit torn · c1 vit löpare · d1 vit drottning · e1 vit kung · f1 vit löpare · g1 vit springare · h1 vit torn | 7 |
| 6 | a8 svart torn · b8 svart springare · c8 svart löpare · d8 svart drottning · e8 svart kung · h8 svart torn · a7 svart bonde · b7 svart bonde · c7 svart bonde · d7 svart bonde · f7 svart bonde · g7 svart bonde · h7 svart bonde · e6 svart bonde · f6 svart springare · b4 svart löpare · c4 vit bonde · d4 vit bonde · c3 vit springare · e3 vit bonde · a2 vit bonde · b2 vit bonde · f2 vit bonde · g2 vit bonde · h2 vit bonde · a1 vit torn · c1 vit löpare · d1 vit drottning · e1 vit kung · f1 vit löpare · g1 vit springare · h1 vit torn | a8 svart torn · b8 svart springare · c8 svart löpare · d8 svart drottning · e8 svart kung · h8 svart torn · a7 svart bonde · b7 svart bonde · c7 svart bonde · d7 svart bonde · f7 svart bonde · g7 svart bonde · h7 svart bonde · e6 svart bonde · f6 svart springare · b4 svart löpare · c4 vit bonde · d4 vit bonde · c3 vit springare · e3 vit bonde · a2 vit bonde · b2 vit bonde · f2 vit bonde · g2 vit bonde · h2 vit bonde · a1 vit torn · c1 vit löpare · d1 vit drottning · e1 vit kung · f1 vit löpare · g1 vit springare · h1 vit torn | a8 svart torn · b8 svart springare · c8 svart löpare · d8 svart drottning · e8 svart kung · h8 svart torn · a7 svart bonde · b7 svart bonde · c7 svart bonde · d7 svart bonde · f7 svart bonde · g7 svart bonde · h7 svart bonde · e6 svart bonde · f6 svart springare · b4 svart löpare · c4 vit bonde · d4 vit bonde · c3 vit springare · e3 vit bonde · a2 vit bonde · b2 vit bonde · f2 vit bonde · g2 vit bonde · h2 vit bonde · a1 vit torn · c1 vit löpare · d1 vit drottning · e1 vit kung · f1 vit löpare · g1 vit springare · h1 vit torn | a8 svart torn · b8 svart springare · c8 svart löpare · d8 svart drottning · e8 svart kung · h8 svart torn · a7 svart bonde · b7 svart bonde · c7 svart bonde · d7 svart bonde · f7 svart bonde · g7 svart bonde · h7 svart bonde · e6 svart bonde · f6 svart springare · b4 svart löpare · c4 vit bonde · d4 vit bonde · c3 vit springare · e3 vit bonde · a2 vit bonde · b2 vit bonde · f2 vit bonde · g2 vit bonde · h2 vit bonde · a1 vit torn · c1 vit löpare · d1 vit drottning · e1 vit kung · f1 vit löpare · g1 vit springare · h1 vit torn | a8 svart torn · b8 svart springare · c8 svart löpare · d8 svart drottning · e8 svart kung · h8 svart torn · a7 svart bonde · b7 svart bonde · c7 svart bonde · d7 svart bonde · f7 svart bonde · g7 svart bonde · h7 svart bonde · e6 svart bonde · f6 svart springare · b4 svart löpare · c4 vit bonde · d4 vit bonde · c3 vit springare · e3 vit bonde · a2 vit bonde · b2 vit bonde · f2 vit bonde · g2 vit bonde · h2 vit bonde · a1 vit torn · c1 vit löpare · d1 vit drottning · e1 vit kung · f1 vit löpare · g1 vit springare · h1 vit torn | a8 svart torn · b8 svart springare · c8 svart löpare · d8 svart drottning · e8 svart kung · h8 svart torn · a7 svart bonde · b7 svart bonde · c7 svart bonde · d7 svart bonde · f7 svart bonde · g7 svart bonde · h7 svart bonde · e6 svart bonde · f6 svart springare · b4 svart löpare · c4 vit bonde · d4 vit bonde · c3 vit springare · e3 vit bonde · a2 vit bonde · b2 vit bonde · f2 vit bonde · g2 vit bonde · h2 vit bonde · a1 vit torn · c1 vit löpare · d1 vit drottning · e1 vit kung · f1 vit löpare · g1 vit springare · h1 vit torn | a8 svart torn · b8 svart springare · c8 svart löpare · d8 svart drottning · e8 svart kung · h8 svart torn · a7 svart bonde · b7 svart bonde · c7 svart bonde · d7 svart bonde · f7 svart bonde · g7 svart bonde · h7 svart bonde · e6 svart bonde · f6 svart springare · b4 svart löpare · c4 vit bonde · d4 vit bonde · c3 vit springare · e3 vit bonde · a2 vit bonde · b2 vit bonde · f2 vit bonde · g2 vit bonde · h2 vit bonde · a1 vit torn · c1 vit löpare · d1 vit drottning · e1 vit kung · f1 vit löpare · g1 vit springare · h1 vit torn | a8 svart torn · b8 svart springare · c8 svart löpare · d8 svart drottning · e8 svart kung · h8 svart torn · a7 svart bonde · b7 svart bonde · c7 svart bonde · d7 svart bonde · f7 svart bonde · g7 svart bonde · h7 svart bonde · e6 svart bonde · f6 svart springare · b4 svart löpare · c4 vit bonde · d4 vit bonde · c3 vit springare · e3 vit bonde · a2 vit bonde · b2 vit bonde · f2 vit bonde · g2 vit bonde · h2 vit bonde · a1 vit torn · c1 vit löpare · d1 vit drottning · e1 vit kung · f1 vit löpare · g1 vit springare · h1 vit torn | 6 |
| 5 | a8 svart torn · b8 svart springare · c8 svart löpare · d8 svart drottning · e8 svart kung · h8 svart torn · a7 svart bonde · b7 svart bonde · c7 svart bonde · d7 svart bonde · f7 svart bonde · g7 svart bonde · h7 svart bonde · e6 svart bonde · f6 svart springare · b4 svart löpare · c4 vit bonde · d4 vit bonde · c3 vit springare · e3 vit bonde · a2 vit bonde · b2 vit bonde · f2 vit bonde · g2 vit bonde · h2 vit bonde · a1 vit torn · c1 vit löpare · d1 vit drottning · e1 vit kung · f1 vit löpare · g1 vit springare · h1 vit torn | a8 svart torn · b8 svart springare · c8 svart löpare · d8 svart drottning · e8 svart kung · h8 svart torn · a7 svart bonde · b7 svart bonde · c7 svart bonde · d7 svart bonde · f7 svart bonde · g7 svart bonde · h7 svart bonde · e6 svart bonde · f6 svart springare · b4 svart löpare · c4 vit bonde · d4 vit bonde · c3 vit springare · e3 vit bonde · a2 vit bonde · b2 vit bonde · f2 vit bonde · g2 vit bonde · h2 vit bonde · a1 vit torn · c1 vit löpare · d1 vit drottning · e1 vit kung · f1 vit löpare · g1 vit springare · h1 vit torn | a8 svart torn · b8 svart springare · c8 svart löpare · d8 svart drottning · e8 svart kung · h8 svart torn · a7 svart bonde · b7 svart bonde · c7 svart bonde · d7 svart bonde · f7 svart bonde · g7 svart bonde · h7 svart bonde · e6 svart bonde · f6 svart springare · b4 svart löpare · c4 vit bonde · d4 vit bonde · c3 vit springare · e3 vit bonde · a2 vit bonde · b2 vit bonde · f2 vit bonde · g2 vit bonde · h2 vit bonde · a1 vit torn · c1 vit löpare · d1 vit drottning · e1 vit kung · f1 vit löpare · g1 vit springare · h1 vit torn | a8 svart torn · b8 svart springare · c8 svart löpare · d8 svart drottning · e8 svart kung · h8 svart torn · a7 svart bonde · b7 svart bonde · c7 svart bonde · d7 svart bonde · f7 svart bonde · g7 svart bonde · h7 svart bonde · e6 svart bonde · f6 svart springare · b4 svart löpare · c4 vit bonde · d4 vit bonde · c3 vit springare · e3 vit bonde · a2 vit bonde · b2 vit bonde · f2 vit bonde · g2 vit bonde · h2 vit bonde · a1 vit torn · c1 vit löpare · d1 vit drottning · e1 vit kung · f1 vit löpare · g1 vit springare · h1 vit torn | a8 svart torn · b8 svart springare · c8 svart löpare · d8 svart drottning · e8 svart kung · h8 svart torn · a7 svart bonde · b7 svart bonde · c7 svart bonde · d7 svart bonde · f7 svart bonde · g7 svart bonde · h7 svart bonde · e6 svart bonde · f6 svart springare · b4 svart löpare · c4 vit bonde · d4 vit bonde · c3 vit springare · e3 vit bonde · a2 vit bonde · b2 vit bonde · f2 vit bonde · g2 vit bonde · h2 vit bonde · a1 vit torn · c1 vit löpare · d1 vit drottning · e1 vit kung · f1 vit löpare · g1 vit springare · h1 vit torn | a8 svart torn · b8 svart springare · c8 svart löpare · d8 svart drottning · e8 svart kung · h8 svart torn · a7 svart bonde · b7 svart bonde · c7 svart bonde · d7 svart bonde · f7 svart bonde · g7 svart bonde · h7 svart bonde · e6 svart bonde · f6 svart springare · b4 svart löpare · c4 vit bonde · d4 vit bonde · c3 vit springare · e3 vit bonde · a2 vit bonde · b2 vit bonde · f2 vit bonde · g2 vit bonde · h2 vit bonde · a1 vit torn · c1 vit löpare · d1 vit drottning · e1 vit kung · f1 vit löpare · g1 vit springare · h1 vit torn | a8 svart torn · b8 svart springare · c8 svart löpare · d8 svart drottning · e8 svart kung · h8 svart torn · a7 svart bonde · b7 svart bonde · c7 svart bonde · d7 svart bonde · f7 svart bonde · g7 svart bonde · h7 svart bonde · e6 svart bonde · f6 svart springare · b4 svart löpare · c4 vit bonde · d4 vit bonde · c3 vit springare · e3 vit bonde · a2 vit bonde · b2 vit bonde · f2 vit bonde · g2 vit bonde · h2 vit bonde · a1 vit torn · c1 vit löpare · d1 vit drottning · e1 vit kung · f1 vit löpare · g1 vit springare · h1 vit torn | a8 svart torn · b8 svart springare · c8 svart löpare · d8 svart drottning · e8 svart kung · h8 svart torn · a7 svart bonde · b7 svart bonde · c7 svart bonde · d7 svart bonde · f7 svart bonde · g7 svart bonde · h7 svart bonde · e6 svart bonde · f6 svart springare · b4 svart löpare · c4 vit bonde · d4 vit bonde · c3 vit springare · e3 vit bonde · a2 vit bonde · b2 vit bonde · f2 vit bonde · g2 vit bonde · h2 vit bonde · a1 vit torn · c1 vit löpare · d1 vit drottning · e1 vit kung · f1 vit löpare · g1 vit springare · h1 vit torn | 5 |
| 4 | a8 svart torn · b8 svart springare · c8 svart löpare · d8 svart drottning · e8 svart kung · h8 svart torn · a7 svart bonde · b7 svart bonde · c7 svart bonde · d7 svart bonde · f7 svart bonde · g7 svart bonde · h7 svart bonde · e6 svart bonde · f6 svart springare · b4 svart löpare · c4 vit bonde · d4 vit bonde · c3 vit springare · e3 vit bonde · a2 vit bonde · b2 vit bonde · f2 vit bonde · g2 vit bonde · h2 vit bonde · a1 vit torn · c1 vit löpare · d1 vit drottning · e1 vit kung · f1 vit löpare · g1 vit springare · h1 vit torn | a8 svart torn · b8 svart springare · c8 svart löpare · d8 svart drottning · e8 svart kung · h8 svart torn · a7 svart bonde · b7 svart bonde · c7 svart bonde · d7 svart bonde · f7 svart bonde · g7 svart bonde · h7 svart bonde · e6 svart bonde · f6 svart springare · b4 svart löpare · c4 vit bonde · d4 vit bonde · c3 vit springare · e3 vit bonde · a2 vit bonde · b2 vit bonde · f2 vit bonde · g2 vit bonde · h2 vit bonde · a1 vit torn · c1 vit löpare · d1 vit drottning · e1 vit kung · f1 vit löpare · g1 vit springare · h1 vit torn | a8 svart torn · b8 svart springare · c8 svart löpare · d8 svart drottning · e8 svart kung · h8 svart torn · a7 svart bonde · b7 svart bonde · c7 svart bonde · d7 svart bonde · f7 svart bonde · g7 svart bonde · h7 svart bonde · e6 svart bonde · f6 svart springare · b4 svart löpare · c4 vit bonde · d4 vit bonde · c3 vit springare · e3 vit bonde · a2 vit bonde · b2 vit bonde · f2 vit bonde · g2 vit bonde · h2 vit bonde · a1 vit torn · c1 vit löpare · d1 vit drottning · e1 vit kung · f1 vit löpare · g1 vit springare · h1 vit torn | a8 svart torn · b8 svart springare · c8 svart löpare · d8 svart drottning · e8 svart kung · h8 svart torn · a7 svart bonde · b7 svart bonde · c7 svart bonde · d7 svart bonde · f7 svart bonde · g7 svart bonde · h7 svart bonde · e6 svart bonde · f6 svart springare · b4 svart löpare · c4 vit bonde · d4 vit bonde · c3 vit springare · e3 vit bonde · a2 vit bonde · b2 vit bonde · f2 vit bonde · g2 vit bonde · h2 vit bonde · a1 vit torn · c1 vit löpare · d1 vit drottning · e1 vit kung · f1 vit löpare · g1 vit springare · h1 vit torn | a8 svart torn · b8 svart springare · c8 svart löpare · d8 svart drottning · e8 svart kung · h8 svart torn · a7 svart bonde · b7 svart bonde · c7 svart bonde · d7 svart bonde · f7 svart bonde · g7 svart bonde · h7 svart bonde · e6 svart bonde · f6 svart springare · b4 svart löpare · c4 vit bonde · d4 vit bonde · c3 vit springare · e3 vit bonde · a2 vit bonde · b2 vit bonde · f2 vit bonde · g2 vit bonde · h2 vit bonde · a1 vit torn · c1 vit löpare · d1 vit drottning · e1 vit kung · f1 vit löpare · g1 vit springare · h1 vit torn | a8 svart torn · b8 svart springare · c8 svart löpare · d8 svart drottning · e8 svart kung · h8 svart torn · a7 svart bonde · b7 svart bonde · c7 svart bonde · d7 svart bonde · f7 svart bonde · g7 svart bonde · h7 svart bonde · e6 svart bonde · f6 svart springare · b4 svart löpare · c4 vit bonde · d4 vit bonde · c3 vit springare · e3 vit bonde · a2 vit bonde · b2 vit bonde · f2 vit bonde · g2 vit bonde · h2 vit bonde · a1 vit torn · c1 vit löpare · d1 vit drottning · e1 vit kung · f1 vit löpare · g1 vit springare · h1 vit torn | a8 svart torn · b8 svart springare · c8 svart löpare · d8 svart drottning · e8 svart kung · h8 svart torn · a7 svart bonde · b7 svart bonde · c7 svart bonde · d7 svart bonde · f7 svart bonde · g7 svart bonde · h7 svart bonde · e6 svart bonde · f6 svart springare · b4 svart löpare · c4 vit bonde · d4 vit bonde · c3 vit springare · e3 vit bonde · a2 vit bonde · b2 vit bonde · f2 vit bonde · g2 vit bonde · h2 vit bonde · a1 vit torn · c1 vit löpare · d1 vit drottning · e1 vit kung · f1 vit löpare · g1 vit springare · h1 vit torn | a8 svart torn · b8 svart springare · c8 svart löpare · d8 svart drottning · e8 svart kung · h8 svart torn · a7 svart bonde · b7 svart bonde · c7 svart bonde · d7 svart bonde · f7 svart bonde · g7 svart bonde · h7 svart bonde · e6 svart bonde · f6 svart springare · b4 svart löpare · c4 vit bonde · d4 vit bonde · c3 vit springare · e3 vit bonde · a2 vit bonde · b2 vit bonde · f2 vit bonde · g2 vit bonde · h2 vit bonde · a1 vit torn · c1 vit löpare · d1 vit drottning · e1 vit kung · f1 vit löpare · g1 vit springare · h1 vit torn | 4 |
| 3 | a8 svart torn · b8 svart springare · c8 svart löpare · d8 svart drottning · e8 svart kung · h8 svart torn · a7 svart bonde · b7 svart bonde · c7 svart bonde · d7 svart bonde · f7 svart bonde · g7 svart bonde · h7 svart bonde · e6 svart bonde · f6 svart springare · b4 svart löpare · c4 vit bonde · d4 vit bonde · c3 vit springare · e3 vit bonde · a2 vit bonde · b2 vit bonde · f2 vit bonde · g2 vit bonde · h2 vit bonde · a1 vit torn · c1 vit löpare · d1 vit drottning · e1 vit kung · f1 vit löpare · g1 vit springare · h1 vit torn | a8 svart torn · b8 svart springare · c8 svart löpare · d8 svart drottning · e8 svart kung · h8 svart torn · a7 svart bonde · b7 svart bonde · c7 svart bonde · d7 svart bonde · f7 svart bonde · g7 svart bonde · h7 svart bonde · e6 svart bonde · f6 svart springare · b4 svart löpare · c4 vit bonde · d4 vit bonde · c3 vit springare · e3 vit bonde · a2 vit bonde · b2 vit bonde · f2 vit bonde · g2 vit bonde · h2 vit bonde · a1 vit torn · c1 vit löpare · d1 vit drottning · e1 vit kung · f1 vit löpare · g1 vit springare · h1 vit torn | a8 svart torn · b8 svart springare · c8 svart löpare · d8 svart drottning · e8 svart kung · h8 svart torn · a7 svart bonde · b7 svart bonde · c7 svart bonde · d7 svart bonde · f7 svart bonde · g7 svart bonde · h7 svart bonde · e6 svart bonde · f6 svart springare · b4 svart löpare · c4 vit bonde · d4 vit bonde · c3 vit springare · e3 vit bonde · a2 vit bonde · b2 vit bonde · f2 vit bonde · g2 vit bonde · h2 vit bonde · a1 vit torn · c1 vit löpare · d1 vit drottning · e1 vit kung · f1 vit löpare · g1 vit springare · h1 vit torn | a8 svart torn · b8 svart springare · c8 svart löpare · d8 svart drottning · e8 svart kung · h8 svart torn · a7 svart bonde · b7 svart bonde · c7 svart bonde · d7 svart bonde · f7 svart bonde · g7 svart bonde · h7 svart bonde · e6 svart bonde · f6 svart springare · b4 svart löpare · c4 vit bonde · d4 vit bonde · c3 vit springare · e3 vit bonde · a2 vit bonde · b2 vit bonde · f2 vit bonde · g2 vit bonde · h2 vit bonde · a1 vit torn · c1 vit löpare · d1 vit drottning · e1 vit kung · f1 vit löpare · g1 vit springare · h1 vit torn | a8 svart torn · b8 svart springare · c8 svart löpare · d8 svart drottning · e8 svart kung · h8 svart torn · a7 svart bonde · b7 svart bonde · c7 svart bonde · d7 svart bonde · f7 svart bonde · g7 svart bonde · h7 svart bonde · e6 svart bonde · f6 svart springare · b4 svart löpare · c4 vit bonde · d4 vit bonde · c3 vit springare · e3 vit bonde · a2 vit bonde · b2 vit bonde · f2 vit bonde · g2 vit bonde · h2 vit bonde · a1 vit torn · c1 vit löpare · d1 vit drottning · e1 vit kung · f1 vit löpare · g1 vit springare · h1 vit torn | a8 svart torn · b8 svart springare · c8 svart löpare · d8 svart drottning · e8 svart kung · h8 svart torn · a7 svart bonde · b7 svart bonde · c7 svart bonde · d7 svart bonde · f7 svart bonde · g7 svart bonde · h7 svart bonde · e6 svart bonde · f6 svart springare · b4 svart löpare · c4 vit bonde · d4 vit bonde · c3 vit springare · e3 vit bonde · a2 vit bonde · b2 vit bonde · f2 vit bonde · g2 vit bonde · h2 vit bonde · a1 vit torn · c1 vit löpare · d1 vit drottning · e1 vit kung · f1 vit löpare · g1 vit springare · h1 vit torn | a8 svart torn · b8 svart springare · c8 svart löpare · d8 svart drottning · e8 svart kung · h8 svart torn · a7 svart bonde · b7 svart bonde · c7 svart bonde · d7 svart bonde · f7 svart bonde · g7 svart bonde · h7 svart bonde · e6 svart bonde · f6 svart springare · b4 svart löpare · c4 vit bonde · d4 vit bonde · c3 vit springare · e3 vit bonde · a2 vit bonde · b2 vit bonde · f2 vit bonde · g2 vit bonde · h2 vit bonde · a1 vit torn · c1 vit löpare · d1 vit drottning · e1 vit kung · f1 vit löpare · g1 vit springare · h1 vit torn | a8 svart torn · b8 svart springare · c8 svart löpare · d8 svart drottning · e8 svart kung · h8 svart torn · a7 svart bonde · b7 svart bonde · c7 svart bonde · d7 svart bonde · f7 svart bonde · g7 svart bonde · h7 svart bonde · e6 svart bonde · f6 svart springare · b4 svart löpare · c4 vit bonde · d4 vit bonde · c3 vit springare · e3 vit bonde · a2 vit bonde · b2 vit bonde · f2 vit bonde · g2 vit bonde · h2 vit bonde · a1 vit torn · c1 vit löpare · d1 vit drottning · e1 vit kung · f1 vit löpare · g1 vit springare · h1 vit torn | 3 |
| 2 | a8 svart torn · b8 svart springare · c8 svart löpare · d8 svart drottning · e8 svart kung · h8 svart torn · a7 svart bonde · b7 svart bonde · c7 svart bonde · d7 svart bonde · f7 svart bonde · g7 svart bonde · h7 svart bonde · e6 svart bonde · f6 svart springare · b4 svart löpare · c4 vit bonde · d4 vit bonde · c3 vit springare · e3 vit bonde · a2 vit bonde · b2 vit bonde · f2 vit bonde · g2 vit bonde · h2 vit bonde · a1 vit torn · c1 vit löpare · d1 vit drottning · e1 vit kung · f1 vit löpare · g1 vit springare · h1 vit torn | a8 svart torn · b8 svart springare · c8 svart löpare · d8 svart drottning · e8 svart kung · h8 svart torn · a7 svart bonde · b7 svart bonde · c7 svart bonde · d7 svart bonde · f7 svart bonde · g7 svart bonde · h7 svart bonde · e6 svart bonde · f6 svart springare · b4 svart löpare · c4 vit bonde · d4 vit bonde · c3 vit springare · e3 vit bonde · a2 vit bonde · b2 vit bonde · f2 vit bonde · g2 vit bonde · h2 vit bonde · a1 vit torn · c1 vit löpare · d1 vit drottning · e1 vit kung · f1 vit löpare · g1 vit springare · h1 vit torn | a8 svart torn · b8 svart springare · c8 svart löpare · d8 svart drottning · e8 svart kung · h8 svart torn · a7 svart bonde · b7 svart bonde · c7 svart bonde · d7 svart bonde · f7 svart bonde · g7 svart bonde · h7 svart bonde · e6 svart bonde · f6 svart springare · b4 svart löpare · c4 vit bonde · d4 vit bonde · c3 vit springare · e3 vit bonde · a2 vit bonde · b2 vit bonde · f2 vit bonde · g2 vit bonde · h2 vit bonde · a1 vit torn · c1 vit löpare · d1 vit drottning · e1 vit kung · f1 vit löpare · g1 vit springare · h1 vit torn | a8 svart torn · b8 svart springare · c8 svart löpare · d8 svart drottning · e8 svart kung · h8 svart torn · a7 svart bonde · b7 svart bonde · c7 svart bonde · d7 svart bonde · f7 svart bonde · g7 svart bonde · h7 svart bonde · e6 svart bonde · f6 svart springare · b4 svart löpare · c4 vit bonde · d4 vit bonde · c3 vit springare · e3 vit bonde · a2 vit bonde · b2 vit bonde · f2 vit bonde · g2 vit bonde · h2 vit bonde · a1 vit torn · c1 vit löpare · d1 vit drottning · e1 vit kung · f1 vit löpare · g1 vit springare · h1 vit torn | a8 svart torn · b8 svart springare · c8 svart löpare · d8 svart drottning · e8 svart kung · h8 svart torn · a7 svart bonde · b7 svart bonde · c7 svart bonde · d7 svart bonde · f7 svart bonde · g7 svart bonde · h7 svart bonde · e6 svart bonde · f6 svart springare · b4 svart löpare · c4 vit bonde · d4 vit bonde · c3 vit springare · e3 vit bonde · a2 vit bonde · b2 vit bonde · f2 vit bonde · g2 vit bonde · h2 vit bonde · a1 vit torn · c1 vit löpare · d1 vit drottning · e1 vit kung · f1 vit löpare · g1 vit springare · h1 vit torn | a8 svart torn · b8 svart springare · c8 svart löpare · d8 svart drottning · e8 svart kung · h8 svart torn · a7 svart bonde · b7 svart bonde · c7 svart bonde · d7 svart bonde · f7 svart bonde · g7 svart bonde · h7 svart bonde · e6 svart bonde · f6 svart springare · b4 svart löpare · c4 vit bonde · d4 vit bonde · c3 vit springare · e3 vit bonde · a2 vit bonde · b2 vit bonde · f2 vit bonde · g2 vit bonde · h2 vit bonde · a1 vit torn · c1 vit löpare · d1 vit drottning · e1 vit kung · f1 vit löpare · g1 vit springare · h1 vit torn | a8 svart torn · b8 svart springare · c8 svart löpare · d8 svart drottning · e8 svart kung · h8 svart torn · a7 svart bonde · b7 svart bonde · c7 svart bonde · d7 svart bonde · f7 svart bonde · g7 svart bonde · h7 svart bonde · e6 svart bonde · f6 svart springare · b4 svart löpare · c4 vit bonde · d4 vit bonde · c3 vit springare · e3 vit bonde · a2 vit bonde · b2 vit bonde · f2 vit bonde · g2 vit bonde · h2 vit bonde · a1 vit torn · c1 vit löpare · d1 vit drottning · e1 vit kung · f1 vit löpare · g1 vit springare · h1 vit torn | a8 svart torn · b8 svart springare · c8 svart löpare · d8 svart drottning · e8 svart kung · h8 svart torn · a7 svart bonde · b7 svart bonde · c7 svart bonde · d7 svart bonde · f7 svart bonde · g7 svart bonde · h7 svart bonde · e6 svart bonde · f6 svart springare · b4 svart löpare · c4 vit bonde · d4 vit bonde · c3 vit springare · e3 vit bonde · a2 vit bonde · b2 vit bonde · f2 vit bonde · g2 vit bonde · h2 vit bonde · a1 vit torn · c1 vit löpare · d1 vit drottning · e1 vit kung · f1 vit löpare · g1 vit springare · h1 vit torn | 2 |
| 1 | a8 svart torn · b8 svart springare · c8 svart löpare · d8 svart drottning · e8 svart kung · h8 svart torn · a7 svart bonde · b7 svart bonde · c7 svart bonde · d7 svart bonde · f7 svart bonde · g7 svart bonde · h7 svart bonde · e6 svart bonde · f6 svart springare · b4 svart löpare · c4 vit bonde · d4 vit bonde · c3 vit springare · e3 vit bonde · a2 vit bonde · b2 vit bonde · f2 vit bonde · g2 vit bonde · h2 vit bonde · a1 vit torn · c1 vit löpare · d1 vit drottning · e1 vit kung · f1 vit löpare · g1 vit springare · h1 vit torn | a8 svart torn · b8 svart springare · c8 svart löpare · d8 svart drottning · e8 svart kung · h8 svart torn · a7 svart bonde · b7 svart bonde · c7 svart bonde · d7 svart bonde · f7 svart bonde · g7 svart bonde · h7 svart bonde · e6 svart bonde · f6 svart springare · b4 svart löpare · c4 vit bonde · d4 vit bonde · c3 vit springare · e3 vit bonde · a2 vit bonde · b2 vit bonde · f2 vit bonde · g2 vit bonde · h2 vit bonde · a1 vit torn · c1 vit löpare · d1 vit drottning · e1 vit kung · f1 vit löpare · g1 vit springare · h1 vit torn | a8 svart torn · b8 svart springare · c8 svart löpare · d8 svart drottning · e8 svart kung · h8 svart torn · a7 svart bonde · b7 svart bonde · c7 svart bonde · d7 svart bonde · f7 svart bonde · g7 svart bonde · h7 svart bonde · e6 svart bonde · f6 svart springare · b4 svart löpare · c4 vit bonde · d4 vit bonde · c3 vit springare · e3 vit bonde · a2 vit bonde · b2 vit bonde · f2 vit bonde · g2 vit bonde · h2 vit bonde · a1 vit torn · c1 vit löpare · d1 vit drottning · e1 vit kung · f1 vit löpare · g1 vit springare · h1 vit torn | a8 svart torn · b8 svart springare · c8 svart löpare · d8 svart drottning · e8 svart kung · h8 svart torn · a7 svart bonde · b7 svart bonde · c7 svart bonde · d7 svart bonde · f7 svart bonde · g7 svart bonde · h7 svart bonde · e6 svart bonde · f6 svart springare · b4 svart löpare · c4 vit bonde · d4 vit bonde · c3 vit springare · e3 vit bonde · a2 vit bonde · b2 vit bonde · f2 vit bonde · g2 vit bonde · h2 vit bonde · a1 vit torn · c1 vit löpare · d1 vit drottning · e1 vit kung · f1 vit löpare · g1 vit springare · h1 vit torn | a8 svart torn · b8 svart springare · c8 svart löpare · d8 svart drottning · e8 svart kung · h8 svart torn · a7 svart bonde · b7 svart bonde · c7 svart bonde · d7 svart bonde · f7 svart bonde · g7 svart bonde · h7 svart bonde · e6 svart bonde · f6 svart springare · b4 svart löpare · c4 vit bonde · d4 vit bonde · c3 vit springare · e3 vit bonde · a2 vit bonde · b2 vit bonde · f2 vit bonde · g2 vit bonde · h2 vit bonde · a1 vit torn · c1 vit löpare · d1 vit drottning · e1 vit kung · f1 vit löpare · g1 vit springare · h1 vit torn | a8 svart torn · b8 svart springare · c8 svart löpare · d8 svart drottning · e8 svart kung · h8 svart torn · a7 svart bonde · b7 svart bonde · c7 svart bonde · d7 svart bonde · f7 svart bonde · g7 svart bonde · h7 svart bonde · e6 svart bonde · f6 svart springare · b4 svart löpare · c4 vit bonde · d4 vit bonde · c3 vit springare · e3 vit bonde · a2 vit bonde · b2 vit bonde · f2 vit bonde · g2 vit bonde · h2 vit bonde · a1 vit torn · c1 vit löpare · d1 vit drottning · e1 vit kung · f1 vit löpare · g1 vit springare · h1 vit torn | a8 svart torn · b8 svart springare · c8 svart löpare · d8 svart drottning · e8 svart kung · h8 svart torn · a7 svart bonde · b7 svart bonde · c7 svart bonde · d7 svart bonde · f7 svart bonde · g7 svart bonde · h7 svart bonde · e6 svart bonde · f6 svart springare · b4 svart löpare · c4 vit bonde · d4 vit bonde · c3 vit springare · e3 vit bonde · a2 vit bonde · b2 vit bonde · f2 vit bonde · g2 vit bonde · h2 vit bonde · a1 vit torn · c1 vit löpare · d1 vit drottning · e1 vit kung · f1 vit löpare · g1 vit springare · h1 vit torn | a8 svart torn · b8 svart springare · c8 svart löpare · d8 svart drottning · e8 svart kung · h8 svart torn · a7 svart bonde · b7 svart bonde · c7 svart bonde · d7 svart bonde · f7 svart bonde · g7 svart bonde · h7 svart bonde · e6 svart bonde · f6 svart springare · b4 svart löpare · c4 vit bonde · d4 vit bonde · c3 vit springare · e3 vit bonde · a2 vit bonde · b2 vit bonde · f2 vit bonde · g2 vit bonde · h2 vit bonde · a1 vit torn · c1 vit löpare · d1 vit drottning · e1 vit kung · f1 vit löpare · g1 vit springare · h1 vit torn | 1 |
|   | a | b | c | d | e | f | g | h |   |

E40 Nimzoindiskt, 4.e3
1.d4 Sf6 2.c4 e6 3.Sc3 Lb4 4.e3
E41 Nimzoindiskt
1.d4 Sf6 2.c4 e6 3.Sc3 Lb4 4.e3 c5
E42 Nimzoindiskt, 4.e3 c5, 5.Se2 (Rubinstein)
1.d4 Sf6 2.c4 e6 3.Sc3 Lb4 4.e3 c5 5.Se2
E43 Nimzoindiskt, Fischervarianten
1.d4 Sf6 2.c4 e6 3.Sc3 Lb4 4.e3 b6
E44 Nimzoindiskt, Fischervarianten, 5.Se2
1.d4 Sf6 2.c4 e6 3.Sc3 Lb4 4.e3 b6 5.Se2
E45 Nimzoindiskt, 4.e3, Bronsteinvarianten (Byrne)
1.d4 Sf6 2.c4 e6 3.Sc3 Lb4 4.e3 b6 5.Se2 La6
E46 Nimzoindiskt
1.d4 Sf6 2.c4 e6 3.Sc3 Lb4 4.e3 0-0
E47 Nimzoindiskt, 4.e3 0-0 5.Ld3
1.d4 Sf6 2.c4 e6 3.Sc3 Lb4 4.e3 0-0 5.Ld3
E48 Nimzoindiskt, 4.e3 0-0 5.Ld3 d5
1.d4 Sf6 2.c4 e6 3.Sc3 Lb4 4.e3 0-0 5.Ld3 d5
E49 Nimzoindiskt, 4.e3, Botvinniksystemet
1.d4 Sf6 2.c4 e6 3.Sc3 Lb4 4.e3 0-0 5.Ld3 d5 6.a3 Lxc3+ 7.bxc3
|   | a | b | c | d | e | f | g | h |   |
| 8 | a8 svart torn · b8 svart springare · c8 svart löpare · d8 svart drottning · f8 svart torn · g8 svart kung · a7 svart bonde · b7 svart bonde · c7 svart bonde · d7 svart bonde · f7 svart bonde · g7 svart bonde · h7 svart bonde · e6 svart bonde · f6 svart springare · b4 svart löpare · c4 vit bonde · d4 vit bonde · c3 vit springare · e3 vit bonde · f3 vit springare · a2 vit bonde · b2 vit bonde · f2 vit bonde · g2 vit bonde · h2 vit bonde · a1 vit torn · c1 vit löpare · d1 vit drottning · e1 vit kung · f1 vit löpare · h1 vit torn | a8 svart torn · b8 svart springare · c8 svart löpare · d8 svart drottning · f8 svart torn · g8 svart kung · a7 svart bonde · b7 svart bonde · c7 svart bonde · d7 svart bonde · f7 svart bonde · g7 svart bonde · h7 svart bonde · e6 svart bonde · f6 svart springare · b4 svart löpare · c4 vit bonde · d4 vit bonde · c3 vit springare · e3 vit bonde · f3 vit springare · a2 vit bonde · b2 vit bonde · f2 vit bonde · g2 vit bonde · h2 vit bonde · a1 vit torn · c1 vit löpare · d1 vit drottning · e1 vit kung · f1 vit löpare · h1 vit torn | a8 svart torn · b8 svart springare · c8 svart löpare · d8 svart drottning · f8 svart torn · g8 svart kung · a7 svart bonde · b7 svart bonde · c7 svart bonde · d7 svart bonde · f7 svart bonde · g7 svart bonde · h7 svart bonde · e6 svart bonde · f6 svart springare · b4 svart löpare · c4 vit bonde · d4 vit bonde · c3 vit springare · e3 vit bonde · f3 vit springare · a2 vit bonde · b2 vit bonde · f2 vit bonde · g2 vit bonde · h2 vit bonde · a1 vit torn · c1 vit löpare · d1 vit drottning · e1 vit kung · f1 vit löpare · h1 vit torn | a8 svart torn · b8 svart springare · c8 svart löpare · d8 svart drottning · f8 svart torn · g8 svart kung · a7 svart bonde · b7 svart bonde · c7 svart bonde · d7 svart bonde · f7 svart bonde · g7 svart bonde · h7 svart bonde · e6 svart bonde · f6 svart springare · b4 svart löpare · c4 vit bonde · d4 vit bonde · c3 vit springare · e3 vit bonde · f3 vit springare · a2 vit bonde · b2 vit bonde · f2 vit bonde · g2 vit bonde · h2 vit bonde · a1 vit torn · c1 vit löpare · d1 vit drottning · e1 vit kung · f1 vit löpare · h1 vit torn | a8 svart torn · b8 svart springare · c8 svart löpare · d8 svart drottning · f8 svart torn · g8 svart kung · a7 svart bonde · b7 svart bonde · c7 svart bonde · d7 svart bonde · f7 svart bonde · g7 svart bonde · h7 svart bonde · e6 svart bonde · f6 svart springare · b4 svart löpare · c4 vit bonde · d4 vit bonde · c3 vit springare · e3 vit bonde · f3 vit springare · a2 vit bonde · b2 vit bonde · f2 vit bonde · g2 vit bonde · h2 vit bonde · a1 vit torn · c1 vit löpare · d1 vit drottning · e1 vit kung · f1 vit löpare · h1 vit torn | a8 svart torn · b8 svart springare · c8 svart löpare · d8 svart drottning · f8 svart torn · g8 svart kung · a7 svart bonde · b7 svart bonde · c7 svart bonde · d7 svart bonde · f7 svart bonde · g7 svart bonde · h7 svart bonde · e6 svart bonde · f6 svart springare · b4 svart löpare · c4 vit bonde · d4 vit bonde · c3 vit springare · e3 vit bonde · f3 vit springare · a2 vit bonde · b2 vit bonde · f2 vit bonde · g2 vit bonde · h2 vit bonde · a1 vit torn · c1 vit löpare · d1 vit drottning · e1 vit kung · f1 vit löpare · h1 vit torn | a8 svart torn · b8 svart springare · c8 svart löpare · d8 svart drottning · f8 svart torn · g8 svart kung · a7 svart bonde · b7 svart bonde · c7 svart bonde · d7 svart bonde · f7 svart bonde · g7 svart bonde · h7 svart bonde · e6 svart bonde · f6 svart springare · b4 svart löpare · c4 vit bonde · d4 vit bonde · c3 vit springare · e3 vit bonde · f3 vit springare · a2 vit bonde · b2 vit bonde · f2 vit bonde · g2 vit bonde · h2 vit bonde · a1 vit torn · c1 vit löpare · d1 vit drottning · e1 vit kung · f1 vit löpare · h1 vit torn | a8 svart torn · b8 svart springare · c8 svart löpare · d8 svart drottning · f8 svart torn · g8 svart kung · a7 svart bonde · b7 svart bonde · c7 svart bonde · d7 svart bonde · f7 svart bonde · g7 svart bonde · h7 svart bonde · e6 svart bonde · f6 svart springare · b4 svart löpare · c4 vit bonde · d4 vit bonde · c3 vit springare · e3 vit bonde · f3 vit springare · a2 vit bonde · b2 vit bonde · f2 vit bonde · g2 vit bonde · h2 vit bonde · a1 vit torn · c1 vit löpare · d1 vit drottning · e1 vit kung · f1 vit löpare · h1 vit torn | 8 |
| 7 | a8 svart torn · b8 svart springare · c8 svart löpare · d8 svart drottning · f8 svart torn · g8 svart kung · a7 svart bonde · b7 svart bonde · c7 svart bonde · d7 svart bonde · f7 svart bonde · g7 svart bonde · h7 svart bonde · e6 svart bonde · f6 svart springare · b4 svart löpare · c4 vit bonde · d4 vit bonde · c3 vit springare · e3 vit bonde · f3 vit springare · a2 vit bonde · b2 vit bonde · f2 vit bonde · g2 vit bonde · h2 vit bonde · a1 vit torn · c1 vit löpare · d1 vit drottning · e1 vit kung · f1 vit löpare · h1 vit torn | a8 svart torn · b8 svart springare · c8 svart löpare · d8 svart drottning · f8 svart torn · g8 svart kung · a7 svart bonde · b7 svart bonde · c7 svart bonde · d7 svart bonde · f7 svart bonde · g7 svart bonde · h7 svart bonde · e6 svart bonde · f6 svart springare · b4 svart löpare · c4 vit bonde · d4 vit bonde · c3 vit springare · e3 vit bonde · f3 vit springare · a2 vit bonde · b2 vit bonde · f2 vit bonde · g2 vit bonde · h2 vit bonde · a1 vit torn · c1 vit löpare · d1 vit drottning · e1 vit kung · f1 vit löpare · h1 vit torn | a8 svart torn · b8 svart springare · c8 svart löpare · d8 svart drottning · f8 svart torn · g8 svart kung · a7 svart bonde · b7 svart bonde · c7 svart bonde · d7 svart bonde · f7 svart bonde · g7 svart bonde · h7 svart bonde · e6 svart bonde · f6 svart springare · b4 svart löpare · c4 vit bonde · d4 vit bonde · c3 vit springare · e3 vit bonde · f3 vit springare · a2 vit bonde · b2 vit bonde · f2 vit bonde · g2 vit bonde · h2 vit bonde · a1 vit torn · c1 vit löpare · d1 vit drottning · e1 vit kung · f1 vit löpare · h1 vit torn | a8 svart torn · b8 svart springare · c8 svart löpare · d8 svart drottning · f8 svart torn · g8 svart kung · a7 svart bonde · b7 svart bonde · c7 svart bonde · d7 svart bonde · f7 svart bonde · g7 svart bonde · h7 svart bonde · e6 svart bonde · f6 svart springare · b4 svart löpare · c4 vit bonde · d4 vit bonde · c3 vit springare · e3 vit bonde · f3 vit springare · a2 vit bonde · b2 vit bonde · f2 vit bonde · g2 vit bonde · h2 vit bonde · a1 vit torn · c1 vit löpare · d1 vit drottning · e1 vit kung · f1 vit löpare · h1 vit torn | a8 svart torn · b8 svart springare · c8 svart löpare · d8 svart drottning · f8 svart torn · g8 svart kung · a7 svart bonde · b7 svart bonde · c7 svart bonde · d7 svart bonde · f7 svart bonde · g7 svart bonde · h7 svart bonde · e6 svart bonde · f6 svart springare · b4 svart löpare · c4 vit bonde · d4 vit bonde · c3 vit springare · e3 vit bonde · f3 vit springare · a2 vit bonde · b2 vit bonde · f2 vit bonde · g2 vit bonde · h2 vit bonde · a1 vit torn · c1 vit löpare · d1 vit drottning · e1 vit kung · f1 vit löpare · h1 vit torn | a8 svart torn · b8 svart springare · c8 svart löpare · d8 svart drottning · f8 svart torn · g8 svart kung · a7 svart bonde · b7 svart bonde · c7 svart bonde · d7 svart bonde · f7 svart bonde · g7 svart bonde · h7 svart bonde · e6 svart bonde · f6 svart springare · b4 svart löpare · c4 vit bonde · d4 vit bonde · c3 vit springare · e3 vit bonde · f3 vit springare · a2 vit bonde · b2 vit bonde · f2 vit bonde · g2 vit bonde · h2 vit bonde · a1 vit torn · c1 vit löpare · d1 vit drottning · e1 vit kung · f1 vit löpare · h1 vit torn | a8 svart torn · b8 svart springare · c8 svart löpare · d8 svart drottning · f8 svart torn · g8 svart kung · a7 svart bonde · b7 svart bonde · c7 svart bonde · d7 svart bonde · f7 svart bonde · g7 svart bonde · h7 svart bonde · e6 svart bonde · f6 svart springare · b4 svart löpare · c4 vit bonde · d4 vit bonde · c3 vit springare · e3 vit bonde · f3 vit springare · a2 vit bonde · b2 vit bonde · f2 vit bonde · g2 vit bonde · h2 vit bonde · a1 vit torn · c1 vit löpare · d1 vit drottning · e1 vit kung · f1 vit löpare · h1 vit torn | a8 svart torn · b8 svart springare · c8 svart löpare · d8 svart drottning · f8 svart torn · g8 svart kung · a7 svart bonde · b7 svart bonde · c7 svart bonde · d7 svart bonde · f7 svart bonde · g7 svart bonde · h7 svart bonde · e6 svart bonde · f6 svart springare · b4 svart löpare · c4 vit bonde · d4 vit bonde · c3 vit springare · e3 vit bonde · f3 vit springare · a2 vit bonde · b2 vit bonde · f2 vit bonde · g2 vit bonde · h2 vit bonde · a1 vit torn · c1 vit löpare · d1 vit drottning · e1 vit kung · f1 vit löpare · h1 vit torn | 7 |
| 6 | a8 svart torn · b8 svart springare · c8 svart löpare · d8 svart drottning · f8 svart torn · g8 svart kung · a7 svart bonde · b7 svart bonde · c7 svart bonde · d7 svart bonde · f7 svart bonde · g7 svart bonde · h7 svart bonde · e6 svart bonde · f6 svart springare · b4 svart löpare · c4 vit bonde · d4 vit bonde · c3 vit springare · e3 vit bonde · f3 vit springare · a2 vit bonde · b2 vit bonde · f2 vit bonde · g2 vit bonde · h2 vit bonde · a1 vit torn · c1 vit löpare · d1 vit drottning · e1 vit kung · f1 vit löpare · h1 vit torn | a8 svart torn · b8 svart springare · c8 svart löpare · d8 svart drottning · f8 svart torn · g8 svart kung · a7 svart bonde · b7 svart bonde · c7 svart bonde · d7 svart bonde · f7 svart bonde · g7 svart bonde · h7 svart bonde · e6 svart bonde · f6 svart springare · b4 svart löpare · c4 vit bonde · d4 vit bonde · c3 vit springare · e3 vit bonde · f3 vit springare · a2 vit bonde · b2 vit bonde · f2 vit bonde · g2 vit bonde · h2 vit bonde · a1 vit torn · c1 vit löpare · d1 vit drottning · e1 vit kung · f1 vit löpare · h1 vit torn | a8 svart torn · b8 svart springare · c8 svart löpare · d8 svart drottning · f8 svart torn · g8 svart kung · a7 svart bonde · b7 svart bonde · c7 svart bonde · d7 svart bonde · f7 svart bonde · g7 svart bonde · h7 svart bonde · e6 svart bonde · f6 svart springare · b4 svart löpare · c4 vit bonde · d4 vit bonde · c3 vit springare · e3 vit bonde · f3 vit springare · a2 vit bonde · b2 vit bonde · f2 vit bonde · g2 vit bonde · h2 vit bonde · a1 vit torn · c1 vit löpare · d1 vit drottning · e1 vit kung · f1 vit löpare · h1 vit torn | a8 svart torn · b8 svart springare · c8 svart löpare · d8 svart drottning · f8 svart torn · g8 svart kung · a7 svart bonde · b7 svart bonde · c7 svart bonde · d7 svart bonde · f7 svart bonde · g7 svart bonde · h7 svart bonde · e6 svart bonde · f6 svart springare · b4 svart löpare · c4 vit bonde · d4 vit bonde · c3 vit springare · e3 vit bonde · f3 vit springare · a2 vit bonde · b2 vit bonde · f2 vit bonde · g2 vit bonde · h2 vit bonde · a1 vit torn · c1 vit löpare · d1 vit drottning · e1 vit kung · f1 vit löpare · h1 vit torn | a8 svart torn · b8 svart springare · c8 svart löpare · d8 svart drottning · f8 svart torn · g8 svart kung · a7 svart bonde · b7 svart bonde · c7 svart bonde · d7 svart bonde · f7 svart bonde · g7 svart bonde · h7 svart bonde · e6 svart bonde · f6 svart springare · b4 svart löpare · c4 vit bonde · d4 vit bonde · c3 vit springare · e3 vit bonde · f3 vit springare · a2 vit bonde · b2 vit bonde · f2 vit bonde · g2 vit bonde · h2 vit bonde · a1 vit torn · c1 vit löpare · d1 vit drottning · e1 vit kung · f1 vit löpare · h1 vit torn | a8 svart torn · b8 svart springare · c8 svart löpare · d8 svart drottning · f8 svart torn · g8 svart kung · a7 svart bonde · b7 svart bonde · c7 svart bonde · d7 svart bonde · f7 svart bonde · g7 svart bonde · h7 svart bonde · e6 svart bonde · f6 svart springare · b4 svart löpare · c4 vit bonde · d4 vit bonde · c3 vit springare · e3 vit bonde · f3 vit springare · a2 vit bonde · b2 vit bonde · f2 vit bonde · g2 vit bonde · h2 vit bonde · a1 vit torn · c1 vit löpare · d1 vit drottning · e1 vit kung · f1 vit löpare · h1 vit torn | a8 svart torn · b8 svart springare · c8 svart löpare · d8 svart drottning · f8 svart torn · g8 svart kung · a7 svart bonde · b7 svart bonde · c7 svart bonde · d7 svart bonde · f7 svart bonde · g7 svart bonde · h7 svart bonde · e6 svart bonde · f6 svart springare · b4 svart löpare · c4 vit bonde · d4 vit bonde · c3 vit springare · e3 vit bonde · f3 vit springare · a2 vit bonde · b2 vit bonde · f2 vit bonde · g2 vit bonde · h2 vit bonde · a1 vit torn · c1 vit löpare · d1 vit drottning · e1 vit kung · f1 vit löpare · h1 vit torn | a8 svart torn · b8 svart springare · c8 svart löpare · d8 svart drottning · f8 svart torn · g8 svart kung · a7 svart bonde · b7 svart bonde · c7 svart bonde · d7 svart bonde · f7 svart bonde · g7 svart bonde · h7 svart bonde · e6 svart bonde · f6 svart springare · b4 svart löpare · c4 vit bonde · d4 vit bonde · c3 vit springare · e3 vit bonde · f3 vit springare · a2 vit bonde · b2 vit bonde · f2 vit bonde · g2 vit bonde · h2 vit bonde · a1 vit torn · c1 vit löpare · d1 vit drottning · e1 vit kung · f1 vit löpare · h1 vit torn | 6 |
| 5 | a8 svart torn · b8 svart springare · c8 svart löpare · d8 svart drottning · f8 svart torn · g8 svart kung · a7 svart bonde · b7 svart bonde · c7 svart bonde · d7 svart bonde · f7 svart bonde · g7 svart bonde · h7 svart bonde · e6 svart bonde · f6 svart springare · b4 svart löpare · c4 vit bonde · d4 vit bonde · c3 vit springare · e3 vit bonde · f3 vit springare · a2 vit bonde · b2 vit bonde · f2 vit bonde · g2 vit bonde · h2 vit bonde · a1 vit torn · c1 vit löpare · d1 vit drottning · e1 vit kung · f1 vit löpare · h1 vit torn | a8 svart torn · b8 svart springare · c8 svart löpare · d8 svart drottning · f8 svart torn · g8 svart kung · a7 svart bonde · b7 svart bonde · c7 svart bonde · d7 svart bonde · f7 svart bonde · g7 svart bonde · h7 svart bonde · e6 svart bonde · f6 svart springare · b4 svart löpare · c4 vit bonde · d4 vit bonde · c3 vit springare · e3 vit bonde · f3 vit springare · a2 vit bonde · b2 vit bonde · f2 vit bonde · g2 vit bonde · h2 vit bonde · a1 vit torn · c1 vit löpare · d1 vit drottning · e1 vit kung · f1 vit löpare · h1 vit torn | a8 svart torn · b8 svart springare · c8 svart löpare · d8 svart drottning · f8 svart torn · g8 svart kung · a7 svart bonde · b7 svart bonde · c7 svart bonde · d7 svart bonde · f7 svart bonde · g7 svart bonde · h7 svart bonde · e6 svart bonde · f6 svart springare · b4 svart löpare · c4 vit bonde · d4 vit bonde · c3 vit springare · e3 vit bonde · f3 vit springare · a2 vit bonde · b2 vit bonde · f2 vit bonde · g2 vit bonde · h2 vit bonde · a1 vit torn · c1 vit löpare · d1 vit drottning · e1 vit kung · f1 vit löpare · h1 vit torn | a8 svart torn · b8 svart springare · c8 svart löpare · d8 svart drottning · f8 svart torn · g8 svart kung · a7 svart bonde · b7 svart bonde · c7 svart bonde · d7 svart bonde · f7 svart bonde · g7 svart bonde · h7 svart bonde · e6 svart bonde · f6 svart springare · b4 svart löpare · c4 vit bonde · d4 vit bonde · c3 vit springare · e3 vit bonde · f3 vit springare · a2 vit bonde · b2 vit bonde · f2 vit bonde · g2 vit bonde · h2 vit bonde · a1 vit torn · c1 vit löpare · d1 vit drottning · e1 vit kung · f1 vit löpare · h1 vit torn | a8 svart torn · b8 svart springare · c8 svart löpare · d8 svart drottning · f8 svart torn · g8 svart kung · a7 svart bonde · b7 svart bonde · c7 svart bonde · d7 svart bonde · f7 svart bonde · g7 svart bonde · h7 svart bonde · e6 svart bonde · f6 svart springare · b4 svart löpare · c4 vit bonde · d4 vit bonde · c3 vit springare · e3 vit bonde · f3 vit springare · a2 vit bonde · b2 vit bonde · f2 vit bonde · g2 vit bonde · h2 vit bonde · a1 vit torn · c1 vit löpare · d1 vit drottning · e1 vit kung · f1 vit löpare · h1 vit torn | a8 svart torn · b8 svart springare · c8 svart löpare · d8 svart drottning · f8 svart torn · g8 svart kung · a7 svart bonde · b7 svart bonde · c7 svart bonde · d7 svart bonde · f7 svart bonde · g7 svart bonde · h7 svart bonde · e6 svart bonde · f6 svart springare · b4 svart löpare · c4 vit bonde · d4 vit bonde · c3 vit springare · e3 vit bonde · f3 vit springare · a2 vit bonde · b2 vit bonde · f2 vit bonde · g2 vit bonde · h2 vit bonde · a1 vit torn · c1 vit löpare · d1 vit drottning · e1 vit kung · f1 vit löpare · h1 vit torn | a8 svart torn · b8 svart springare · c8 svart löpare · d8 svart drottning · f8 svart torn · g8 svart kung · a7 svart bonde · b7 svart bonde · c7 svart bonde · d7 svart bonde · f7 svart bonde · g7 svart bonde · h7 svart bonde · e6 svart bonde · f6 svart springare · b4 svart löpare · c4 vit bonde · d4 vit bonde · c3 vit springare · e3 vit bonde · f3 vit springare · a2 vit bonde · b2 vit bonde · f2 vit bonde · g2 vit bonde · h2 vit bonde · a1 vit torn · c1 vit löpare · d1 vit drottning · e1 vit kung · f1 vit löpare · h1 vit torn | a8 svart torn · b8 svart springare · c8 svart löpare · d8 svart drottning · f8 svart torn · g8 svart kung · a7 svart bonde · b7 svart bonde · c7 svart bonde · d7 svart bonde · f7 svart bonde · g7 svart bonde · h7 svart bonde · e6 svart bonde · f6 svart springare · b4 svart löpare · c4 vit bonde · d4 vit bonde · c3 vit springare · e3 vit bonde · f3 vit springare · a2 vit bonde · b2 vit bonde · f2 vit bonde · g2 vit bonde · h2 vit bonde · a1 vit torn · c1 vit löpare · d1 vit drottning · e1 vit kung · f1 vit löpare · h1 vit torn | 5 |
| 4 | a8 svart torn · b8 svart springare · c8 svart löpare · d8 svart drottning · f8 svart torn · g8 svart kung · a7 svart bonde · b7 svart bonde · c7 svart bonde · d7 svart bonde · f7 svart bonde · g7 svart bonde · h7 svart bonde · e6 svart bonde · f6 svart springare · b4 svart löpare · c4 vit bonde · d4 vit bonde · c3 vit springare · e3 vit bonde · f3 vit springare · a2 vit bonde · b2 vit bonde · f2 vit bonde · g2 vit bonde · h2 vit bonde · a1 vit torn · c1 vit löpare · d1 vit drottning · e1 vit kung · f1 vit löpare · h1 vit torn | a8 svart torn · b8 svart springare · c8 svart löpare · d8 svart drottning · f8 svart torn · g8 svart kung · a7 svart bonde · b7 svart bonde · c7 svart bonde · d7 svart bonde · f7 svart bonde · g7 svart bonde · h7 svart bonde · e6 svart bonde · f6 svart springare · b4 svart löpare · c4 vit bonde · d4 vit bonde · c3 vit springare · e3 vit bonde · f3 vit springare · a2 vit bonde · b2 vit bonde · f2 vit bonde · g2 vit bonde · h2 vit bonde · a1 vit torn · c1 vit löpare · d1 vit drottning · e1 vit kung · f1 vit löpare · h1 vit torn | a8 svart torn · b8 svart springare · c8 svart löpare · d8 svart drottning · f8 svart torn · g8 svart kung · a7 svart bonde · b7 svart bonde · c7 svart bonde · d7 svart bonde · f7 svart bonde · g7 svart bonde · h7 svart bonde · e6 svart bonde · f6 svart springare · b4 svart löpare · c4 vit bonde · d4 vit bonde · c3 vit springare · e3 vit bonde · f3 vit springare · a2 vit bonde · b2 vit bonde · f2 vit bonde · g2 vit bonde · h2 vit bonde · a1 vit torn · c1 vit löpare · d1 vit drottning · e1 vit kung · f1 vit löpare · h1 vit torn | a8 svart torn · b8 svart springare · c8 svart löpare · d8 svart drottning · f8 svart torn · g8 svart kung · a7 svart bonde · b7 svart bonde · c7 svart bonde · d7 svart bonde · f7 svart bonde · g7 svart bonde · h7 svart bonde · e6 svart bonde · f6 svart springare · b4 svart löpare · c4 vit bonde · d4 vit bonde · c3 vit springare · e3 vit bonde · f3 vit springare · a2 vit bonde · b2 vit bonde · f2 vit bonde · g2 vit bonde · h2 vit bonde · a1 vit torn · c1 vit löpare · d1 vit drottning · e1 vit kung · f1 vit löpare · h1 vit torn | a8 svart torn · b8 svart springare · c8 svart löpare · d8 svart drottning · f8 svart torn · g8 svart kung · a7 svart bonde · b7 svart bonde · c7 svart bonde · d7 svart bonde · f7 svart bonde · g7 svart bonde · h7 svart bonde · e6 svart bonde · f6 svart springare · b4 svart löpare · c4 vit bonde · d4 vit bonde · c3 vit springare · e3 vit bonde · f3 vit springare · a2 vit bonde · b2 vit bonde · f2 vit bonde · g2 vit bonde · h2 vit bonde · a1 vit torn · c1 vit löpare · d1 vit drottning · e1 vit kung · f1 vit löpare · h1 vit torn | a8 svart torn · b8 svart springare · c8 svart löpare · d8 svart drottning · f8 svart torn · g8 svart kung · a7 svart bonde · b7 svart bonde · c7 svart bonde · d7 svart bonde · f7 svart bonde · g7 svart bonde · h7 svart bonde · e6 svart bonde · f6 svart springare · b4 svart löpare · c4 vit bonde · d4 vit bonde · c3 vit springare · e3 vit bonde · f3 vit springare · a2 vit bonde · b2 vit bonde · f2 vit bonde · g2 vit bonde · h2 vit bonde · a1 vit torn · c1 vit löpare · d1 vit drottning · e1 vit kung · f1 vit löpare · h1 vit torn | a8 svart torn · b8 svart springare · c8 svart löpare · d8 svart drottning · f8 svart torn · g8 svart kung · a7 svart bonde · b7 svart bonde · c7 svart bonde · d7 svart bonde · f7 svart bonde · g7 svart bonde · h7 svart bonde · e6 svart bonde · f6 svart springare · b4 svart löpare · c4 vit bonde · d4 vit bonde · c3 vit springare · e3 vit bonde · f3 vit springare · a2 vit bonde · b2 vit bonde · f2 vit bonde · g2 vit bonde · h2 vit bonde · a1 vit torn · c1 vit löpare · d1 vit drottning · e1 vit kung · f1 vit löpare · h1 vit torn | a8 svart torn · b8 svart springare · c8 svart löpare · d8 svart drottning · f8 svart torn · g8 svart kung · a7 svart bonde · b7 svart bonde · c7 svart bonde · d7 svart bonde · f7 svart bonde · g7 svart bonde · h7 svart bonde · e6 svart bonde · f6 svart springare · b4 svart löpare · c4 vit bonde · d4 vit bonde · c3 vit springare · e3 vit bonde · f3 vit springare · a2 vit bonde · b2 vit bonde · f2 vit bonde · g2 vit bonde · h2 vit bonde · a1 vit torn · c1 vit löpare · d1 vit drottning · e1 vit kung · f1 vit löpare · h1 vit torn | 4 |
| 3 | a8 svart torn · b8 svart springare · c8 svart löpare · d8 svart drottning · f8 svart torn · g8 svart kung · a7 svart bonde · b7 svart bonde · c7 svart bonde · d7 svart bonde · f7 svart bonde · g7 svart bonde · h7 svart bonde · e6 svart bonde · f6 svart springare · b4 svart löpare · c4 vit bonde · d4 vit bonde · c3 vit springare · e3 vit bonde · f3 vit springare · a2 vit bonde · b2 vit bonde · f2 vit bonde · g2 vit bonde · h2 vit bonde · a1 vit torn · c1 vit löpare · d1 vit drottning · e1 vit kung · f1 vit löpare · h1 vit torn | a8 svart torn · b8 svart springare · c8 svart löpare · d8 svart drottning · f8 svart torn · g8 svart kung · a7 svart bonde · b7 svart bonde · c7 svart bonde · d7 svart bonde · f7 svart bonde · g7 svart bonde · h7 svart bonde · e6 svart bonde · f6 svart springare · b4 svart löpare · c4 vit bonde · d4 vit bonde · c3 vit springare · e3 vit bonde · f3 vit springare · a2 vit bonde · b2 vit bonde · f2 vit bonde · g2 vit bonde · h2 vit bonde · a1 vit torn · c1 vit löpare · d1 vit drottning · e1 vit kung · f1 vit löpare · h1 vit torn | a8 svart torn · b8 svart springare · c8 svart löpare · d8 svart drottning · f8 svart torn · g8 svart kung · a7 svart bonde · b7 svart bonde · c7 svart bonde · d7 svart bonde · f7 svart bonde · g7 svart bonde · h7 svart bonde · e6 svart bonde · f6 svart springare · b4 svart löpare · c4 vit bonde · d4 vit bonde · c3 vit springare · e3 vit bonde · f3 vit springare · a2 vit bonde · b2 vit bonde · f2 vit bonde · g2 vit bonde · h2 vit bonde · a1 vit torn · c1 vit löpare · d1 vit drottning · e1 vit kung · f1 vit löpare · h1 vit torn | a8 svart torn · b8 svart springare · c8 svart löpare · d8 svart drottning · f8 svart torn · g8 svart kung · a7 svart bonde · b7 svart bonde · c7 svart bonde · d7 svart bonde · f7 svart bonde · g7 svart bonde · h7 svart bonde · e6 svart bonde · f6 svart springare · b4 svart löpare · c4 vit bonde · d4 vit bonde · c3 vit springare · e3 vit bonde · f3 vit springare · a2 vit bonde · b2 vit bonde · f2 vit bonde · g2 vit bonde · h2 vit bonde · a1 vit torn · c1 vit löpare · d1 vit drottning · e1 vit kung · f1 vit löpare · h1 vit torn | a8 svart torn · b8 svart springare · c8 svart löpare · d8 svart drottning · f8 svart torn · g8 svart kung · a7 svart bonde · b7 svart bonde · c7 svart bonde · d7 svart bonde · f7 svart bonde · g7 svart bonde · h7 svart bonde · e6 svart bonde · f6 svart springare · b4 svart löpare · c4 vit bonde · d4 vit bonde · c3 vit springare · e3 vit bonde · f3 vit springare · a2 vit bonde · b2 vit bonde · f2 vit bonde · g2 vit bonde · h2 vit bonde · a1 vit torn · c1 vit löpare · d1 vit drottning · e1 vit kung · f1 vit löpare · h1 vit torn | a8 svart torn · b8 svart springare · c8 svart löpare · d8 svart drottning · f8 svart torn · g8 svart kung · a7 svart bonde · b7 svart bonde · c7 svart bonde · d7 svart bonde · f7 svart bonde · g7 svart bonde · h7 svart bonde · e6 svart bonde · f6 svart springare · b4 svart löpare · c4 vit bonde · d4 vit bonde · c3 vit springare · e3 vit bonde · f3 vit springare · a2 vit bonde · b2 vit bonde · f2 vit bonde · g2 vit bonde · h2 vit bonde · a1 vit torn · c1 vit löpare · d1 vit drottning · e1 vit kung · f1 vit löpare · h1 vit torn | a8 svart torn · b8 svart springare · c8 svart löpare · d8 svart drottning · f8 svart torn · g8 svart kung · a7 svart bonde · b7 svart bonde · c7 svart bonde · d7 svart bonde · f7 svart bonde · g7 svart bonde · h7 svart bonde · e6 svart bonde · f6 svart springare · b4 svart löpare · c4 vit bonde · d4 vit bonde · c3 vit springare · e3 vit bonde · f3 vit springare · a2 vit bonde · b2 vit bonde · f2 vit bonde · g2 vit bonde · h2 vit bonde · a1 vit torn · c1 vit löpare · d1 vit drottning · e1 vit kung · f1 vit löpare · h1 vit torn | a8 svart torn · b8 svart springare · c8 svart löpare · d8 svart drottning · f8 svart torn · g8 svart kung · a7 svart bonde · b7 svart bonde · c7 svart bonde · d7 svart bonde · f7 svart bonde · g7 svart bonde · h7 svart bonde · e6 svart bonde · f6 svart springare · b4 svart löpare · c4 vit bonde · d4 vit bonde · c3 vit springare · e3 vit bonde · f3 vit springare · a2 vit bonde · b2 vit bonde · f2 vit bonde · g2 vit bonde · h2 vit bonde · a1 vit torn · c1 vit löpare · d1 vit drottning · e1 vit kung · f1 vit löpare · h1 vit torn | 3 |
| 2 | a8 svart torn · b8 svart springare · c8 svart löpare · d8 svart drottning · f8 svart torn · g8 svart kung · a7 svart bonde · b7 svart bonde · c7 svart bonde · d7 svart bonde · f7 svart bonde · g7 svart bonde · h7 svart bonde · e6 svart bonde · f6 svart springare · b4 svart löpare · c4 vit bonde · d4 vit bonde · c3 vit springare · e3 vit bonde · f3 vit springare · a2 vit bonde · b2 vit bonde · f2 vit bonde · g2 vit bonde · h2 vit bonde · a1 vit torn · c1 vit löpare · d1 vit drottning · e1 vit kung · f1 vit löpare · h1 vit torn | a8 svart torn · b8 svart springare · c8 svart löpare · d8 svart drottning · f8 svart torn · g8 svart kung · a7 svart bonde · b7 svart bonde · c7 svart bonde · d7 svart bonde · f7 svart bonde · g7 svart bonde · h7 svart bonde · e6 svart bonde · f6 svart springare · b4 svart löpare · c4 vit bonde · d4 vit bonde · c3 vit springare · e3 vit bonde · f3 vit springare · a2 vit bonde · b2 vit bonde · f2 vit bonde · g2 vit bonde · h2 vit bonde · a1 vit torn · c1 vit löpare · d1 vit drottning · e1 vit kung · f1 vit löpare · h1 vit torn | a8 svart torn · b8 svart springare · c8 svart löpare · d8 svart drottning · f8 svart torn · g8 svart kung · a7 svart bonde · b7 svart bonde · c7 svart bonde · d7 svart bonde · f7 svart bonde · g7 svart bonde · h7 svart bonde · e6 svart bonde · f6 svart springare · b4 svart löpare · c4 vit bonde · d4 vit bonde · c3 vit springare · e3 vit bonde · f3 vit springare · a2 vit bonde · b2 vit bonde · f2 vit bonde · g2 vit bonde · h2 vit bonde · a1 vit torn · c1 vit löpare · d1 vit drottning · e1 vit kung · f1 vit löpare · h1 vit torn | a8 svart torn · b8 svart springare · c8 svart löpare · d8 svart drottning · f8 svart torn · g8 svart kung · a7 svart bonde · b7 svart bonde · c7 svart bonde · d7 svart bonde · f7 svart bonde · g7 svart bonde · h7 svart bonde · e6 svart bonde · f6 svart springare · b4 svart löpare · c4 vit bonde · d4 vit bonde · c3 vit springare · e3 vit bonde · f3 vit springare · a2 vit bonde · b2 vit bonde · f2 vit bonde · g2 vit bonde · h2 vit bonde · a1 vit torn · c1 vit löpare · d1 vit drottning · e1 vit kung · f1 vit löpare · h1 vit torn | a8 svart torn · b8 svart springare · c8 svart löpare · d8 svart drottning · f8 svart torn · g8 svart kung · a7 svart bonde · b7 svart bonde · c7 svart bonde · d7 svart bonde · f7 svart bonde · g7 svart bonde · h7 svart bonde · e6 svart bonde · f6 svart springare · b4 svart löpare · c4 vit bonde · d4 vit bonde · c3 vit springare · e3 vit bonde · f3 vit springare · a2 vit bonde · b2 vit bonde · f2 vit bonde · g2 vit bonde · h2 vit bonde · a1 vit torn · c1 vit löpare · d1 vit drottning · e1 vit kung · f1 vit löpare · h1 vit torn | a8 svart torn · b8 svart springare · c8 svart löpare · d8 svart drottning · f8 svart torn · g8 svart kung · a7 svart bonde · b7 svart bonde · c7 svart bonde · d7 svart bonde · f7 svart bonde · g7 svart bonde · h7 svart bonde · e6 svart bonde · f6 svart springare · b4 svart löpare · c4 vit bonde · d4 vit bonde · c3 vit springare · e3 vit bonde · f3 vit springare · a2 vit bonde · b2 vit bonde · f2 vit bonde · g2 vit bonde · h2 vit bonde · a1 vit torn · c1 vit löpare · d1 vit drottning · e1 vit kung · f1 vit löpare · h1 vit torn | a8 svart torn · b8 svart springare · c8 svart löpare · d8 svart drottning · f8 svart torn · g8 svart kung · a7 svart bonde · b7 svart bonde · c7 svart bonde · d7 svart bonde · f7 svart bonde · g7 svart bonde · h7 svart bonde · e6 svart bonde · f6 svart springare · b4 svart löpare · c4 vit bonde · d4 vit bonde · c3 vit springare · e3 vit bonde · f3 vit springare · a2 vit bonde · b2 vit bonde · f2 vit bonde · g2 vit bonde · h2 vit bonde · a1 vit torn · c1 vit löpare · d1 vit drottning · e1 vit kung · f1 vit löpare · h1 vit torn | a8 svart torn · b8 svart springare · c8 svart löpare · d8 svart drottning · f8 svart torn · g8 svart kung · a7 svart bonde · b7 svart bonde · c7 svart bonde · d7 svart bonde · f7 svart bonde · g7 svart bonde · h7 svart bonde · e6 svart bonde · f6 svart springare · b4 svart löpare · c4 vit bonde · d4 vit bonde · c3 vit springare · e3 vit bonde · f3 vit springare · a2 vit bonde · b2 vit bonde · f2 vit bonde · g2 vit bonde · h2 vit bonde · a1 vit torn · c1 vit löpare · d1 vit drottning · e1 vit kung · f1 vit löpare · h1 vit torn | 2 |
| 1 | a8 svart torn · b8 svart springare · c8 svart löpare · d8 svart drottning · f8 svart torn · g8 svart kung · a7 svart bonde · b7 svart bonde · c7 svart bonde · d7 svart bonde · f7 svart bonde · g7 svart bonde · h7 svart bonde · e6 svart bonde · f6 svart springare · b4 svart löpare · c4 vit bonde · d4 vit bonde · c3 vit springare · e3 vit bonde · f3 vit springare · a2 vit bonde · b2 vit bonde · f2 vit bonde · g2 vit bonde · h2 vit bonde · a1 vit torn · c1 vit löpare · d1 vit drottning · e1 vit kung · f1 vit löpare · h1 vit torn | a8 svart torn · b8 svart springare · c8 svart löpare · d8 svart drottning · f8 svart torn · g8 svart kung · a7 svart bonde · b7 svart bonde · c7 svart bonde · d7 svart bonde · f7 svart bonde · g7 svart bonde · h7 svart bonde · e6 svart bonde · f6 svart springare · b4 svart löpare · c4 vit bonde · d4 vit bonde · c3 vit springare · e3 vit bonde · f3 vit springare · a2 vit bonde · b2 vit bonde · f2 vit bonde · g2 vit bonde · h2 vit bonde · a1 vit torn · c1 vit löpare · d1 vit drottning · e1 vit kung · f1 vit löpare · h1 vit torn | a8 svart torn · b8 svart springare · c8 svart löpare · d8 svart drottning · f8 svart torn · g8 svart kung · a7 svart bonde · b7 svart bonde · c7 svart bonde · d7 svart bonde · f7 svart bonde · g7 svart bonde · h7 svart bonde · e6 svart bonde · f6 svart springare · b4 svart löpare · c4 vit bonde · d4 vit bonde · c3 vit springare · e3 vit bonde · f3 vit springare · a2 vit bonde · b2 vit bonde · f2 vit bonde · g2 vit bonde · h2 vit bonde · a1 vit torn · c1 vit löpare · d1 vit drottning · e1 vit kung · f1 vit löpare · h1 vit torn | a8 svart torn · b8 svart springare · c8 svart löpare · d8 svart drottning · f8 svart torn · g8 svart kung · a7 svart bonde · b7 svart bonde · c7 svart bonde · d7 svart bonde · f7 svart bonde · g7 svart bonde · h7 svart bonde · e6 svart bonde · f6 svart springare · b4 svart löpare · c4 vit bonde · d4 vit bonde · c3 vit springare · e3 vit bonde · f3 vit springare · a2 vit bonde · b2 vit bonde · f2 vit bonde · g2 vit bonde · h2 vit bonde · a1 vit torn · c1 vit löpare · d1 vit drottning · e1 vit kung · f1 vit löpare · h1 vit torn | a8 svart torn · b8 svart springare · c8 svart löpare · d8 svart drottning · f8 svart torn · g8 svart kung · a7 svart bonde · b7 svart bonde · c7 svart bonde · d7 svart bonde · f7 svart bonde · g7 svart bonde · h7 svart bonde · e6 svart bonde · f6 svart springare · b4 svart löpare · c4 vit bonde · d4 vit bonde · c3 vit springare · e3 vit bonde · f3 vit springare · a2 vit bonde · b2 vit bonde · f2 vit bonde · g2 vit bonde · h2 vit bonde · a1 vit torn · c1 vit löpare · d1 vit drottning · e1 vit kung · f1 vit löpare · h1 vit torn | a8 svart torn · b8 svart springare · c8 svart löpare · d8 svart drottning · f8 svart torn · g8 svart kung · a7 svart bonde · b7 svart bonde · c7 svart bonde · d7 svart bonde · f7 svart bonde · g7 svart bonde · h7 svart bonde · e6 svart bonde · f6 svart springare · b4 svart löpare · c4 vit bonde · d4 vit bonde · c3 vit springare · e3 vit bonde · f3 vit springare · a2 vit bonde · b2 vit bonde · f2 vit bonde · g2 vit bonde · h2 vit bonde · a1 vit torn · c1 vit löpare · d1 vit drottning · e1 vit kung · f1 vit löpare · h1 vit torn | a8 svart torn · b8 svart springare · c8 svart löpare · d8 svart drottning · f8 svart torn · g8 svart kung · a7 svart bonde · b7 svart bonde · c7 svart bonde · d7 svart bonde · f7 svart bonde · g7 svart bonde · h7 svart bonde · e6 svart bonde · f6 svart springare · b4 svart löpare · c4 vit bonde · d4 vit bonde · c3 vit springare · e3 vit bonde · f3 vit springare · a2 vit bonde · b2 vit bonde · f2 vit bonde · g2 vit bonde · h2 vit bonde · a1 vit torn · c1 vit löpare · d1 vit drottning · e1 vit kung · f1 vit löpare · h1 vit torn | a8 svart torn · b8 svart springare · c8 svart löpare · d8 svart drottning · f8 svart torn · g8 svart kung · a7 svart bonde · b7 svart bonde · c7 svart bonde · d7 svart bonde · f7 svart bonde · g7 svart bonde · h7 svart bonde · e6 svart bonde · f6 svart springare · b4 svart löpare · c4 vit bonde · d4 vit bonde · c3 vit springare · e3 vit bonde · f3 vit springare · a2 vit bonde · b2 vit bonde · f2 vit bonde · g2 vit bonde · h2 vit bonde · a1 vit torn · c1 vit löpare · d1 vit drottning · e1 vit kung · f1 vit löpare · h1 vit torn | 1 |
|   | a | b | c | d | e | f | g | h |   |

E50 Nimzoindiskt, 4.e3 0-0 5.Sf3, utan ...d5
1.d4 Sf6 2.c4 e6 3.Sc3 Lb4 4.e3 0-0 5.Sf3
E51 Nimzoindiskt, 4.e3
1.d4 Sf6 2.c4 e6 3.Sc3 Lb4 4.e3 0-0 5.Sf3 d5
E52 Nimzoindiskt, 4.e3, huvudvarianten med ...b6
1.d4 Sf6 2.c4 e6 3.Sc3 Lb4 4.e3 0-0 5.Sf3 d5 6.Ld3 b6
E53 Nimzoindiskt, 4.e3
1.d4 Sf6 2.c4 e6 3.Sc3 Lb4 4.e3 0-0 5.Sf3 d5 6.Ld3 c5
E54 Nimzoindiskt, 4.e3, Gligoricsystemet
1.d4 Sf6 2.c4 e6 3.Sc3 Lb4 4.e3 0-0 5.Sf3 d5 6.Ld3 c5 7.0-0 dxc4 8.Lxc4
E55 Nimzoindiskt, 4.e3, Gligoricsystemet, Bronsteinvarianten
1.d4 Sf6 2.c4 e6 3.Sc3 Lb4 4.e3 0-0 5.Sf3 d5 6.Ld3 c5 7.0-0 dxc4 8.Lxc4 Sbd7
E56 Nimzoindiskt, 4.e3, huvudvarianten med 7...Sc6
1.d4 Sf6 2.c4 e6 3.Sc3 Lb4 4.e3 0-0 5.Sf3 d5 6.Ld3 c5 7.0-0 Sc6
E57 Nimzoindiskt, 4.e3, huvudvarianten med 8...dxc4 och 9...cxd4
1.d4 Sf6 2.c4 e6 3.Sc3 Lb4 4.e3 0-0 5.Sf3 d5 6.Ld3 c5 7.0-0 Sc6 8.a3 dxc4 9.Lxc4 cxd4
E58 Nimzoindiskt, 4.e3, huvudvarianten med 8...Lxc3
1.d4 Sf6 2.c4 e6 3.Sc3 Lb4 4.e3 0-0 5.Sf3 d5 6.Ld3 c5 7.0-0 Sc6 8.a3 Lxc3 9.bxc3
E59 Nimzoindiskt, 4.e3, huvudvarianten
1.d4 Sf6 2.c4 e6 3.Sc3 Lb4 4.e3 0-0 5.Sf3 d5 6.Ld3 c5 7.0-0 Sc6 8.a3 Lxc3 9.bxc3 dxc4 10.Lxc4

### E60-E99: Kungsindiskt försvar
|   | a | b | c | d | e | f | g | h |   |
| 8 | a8 svart torn · b8 svart springare · c8 svart löpare · d8 svart drottning · e8 svart kung · f8 svart löpare · h8 svart torn · a7 svart bonde · b7 svart bonde · c7 svart bonde · d7 svart bonde · e7 svart bonde · f7 svart bonde · h7 svart bonde · f6 svart springare · g6 svart bonde · c4 vit bonde · d4 vit bonde · a2 vit bonde · b2 vit bonde · e2 vit bonde · f2 vit bonde · g2 vit bonde · h2 vit bonde · a1 vit torn · b1 vit springare · c1 vit löpare · d1 vit drottning · e1 vit kung · f1 vit löpare · g1 vit springare · h1 vit torn | a8 svart torn · b8 svart springare · c8 svart löpare · d8 svart drottning · e8 svart kung · f8 svart löpare · h8 svart torn · a7 svart bonde · b7 svart bonde · c7 svart bonde · d7 svart bonde · e7 svart bonde · f7 svart bonde · h7 svart bonde · f6 svart springare · g6 svart bonde · c4 vit bonde · d4 vit bonde · a2 vit bonde · b2 vit bonde · e2 vit bonde · f2 vit bonde · g2 vit bonde · h2 vit bonde · a1 vit torn · b1 vit springare · c1 vit löpare · d1 vit drottning · e1 vit kung · f1 vit löpare · g1 vit springare · h1 vit torn | a8 svart torn · b8 svart springare · c8 svart löpare · d8 svart drottning · e8 svart kung · f8 svart löpare · h8 svart torn · a7 svart bonde · b7 svart bonde · c7 svart bonde · d7 svart bonde · e7 svart bonde · f7 svart bonde · h7 svart bonde · f6 svart springare · g6 svart bonde · c4 vit bonde · d4 vit bonde · a2 vit bonde · b2 vit bonde · e2 vit bonde · f2 vit bonde · g2 vit bonde · h2 vit bonde · a1 vit torn · b1 vit springare · c1 vit löpare · d1 vit drottning · e1 vit kung · f1 vit löpare · g1 vit springare · h1 vit torn | a8 svart torn · b8 svart springare · c8 svart löpare · d8 svart drottning · e8 svart kung · f8 svart löpare · h8 svart torn · a7 svart bonde · b7 svart bonde · c7 svart bonde · d7 svart bonde · e7 svart bonde · f7 svart bonde · h7 svart bonde · f6 svart springare · g6 svart bonde · c4 vit bonde · d4 vit bonde · a2 vit bonde · b2 vit bonde · e2 vit bonde · f2 vit bonde · g2 vit bonde · h2 vit bonde · a1 vit torn · b1 vit springare · c1 vit löpare · d1 vit drottning · e1 vit kung · f1 vit löpare · g1 vit springare · h1 vit torn | a8 svart torn · b8 svart springare · c8 svart löpare · d8 svart drottning · e8 svart kung · f8 svart löpare · h8 svart torn · a7 svart bonde · b7 svart bonde · c7 svart bonde · d7 svart bonde · e7 svart bonde · f7 svart bonde · h7 svart bonde · f6 svart springare · g6 svart bonde · c4 vit bonde · d4 vit bonde · a2 vit bonde · b2 vit bonde · e2 vit bonde · f2 vit bonde · g2 vit bonde · h2 vit bonde · a1 vit torn · b1 vit springare · c1 vit löpare · d1 vit drottning · e1 vit kung · f1 vit löpare · g1 vit springare · h1 vit torn | a8 svart torn · b8 svart springare · c8 svart löpare · d8 svart drottning · e8 svart kung · f8 svart löpare · h8 svart torn · a7 svart bonde · b7 svart bonde · c7 svart bonde · d7 svart bonde · e7 svart bonde · f7 svart bonde · h7 svart bonde · f6 svart springare · g6 svart bonde · c4 vit bonde · d4 vit bonde · a2 vit bonde · b2 vit bonde · e2 vit bonde · f2 vit bonde · g2 vit bonde · h2 vit bonde · a1 vit torn · b1 vit springare · c1 vit löpare · d1 vit drottning · e1 vit kung · f1 vit löpare · g1 vit springare · h1 vit torn | a8 svart torn · b8 svart springare · c8 svart löpare · d8 svart drottning · e8 svart kung · f8 svart löpare · h8 svart torn · a7 svart bonde · b7 svart bonde · c7 svart bonde · d7 svart bonde · e7 svart bonde · f7 svart bonde · h7 svart bonde · f6 svart springare · g6 svart bonde · c4 vit bonde · d4 vit bonde · a2 vit bonde · b2 vit bonde · e2 vit bonde · f2 vit bonde · g2 vit bonde · h2 vit bonde · a1 vit torn · b1 vit springare · c1 vit löpare · d1 vit drottning · e1 vit kung · f1 vit löpare · g1 vit springare · h1 vit torn | a8 svart torn · b8 svart springare · c8 svart löpare · d8 svart drottning · e8 svart kung · f8 svart löpare · h8 svart torn · a7 svart bonde · b7 svart bonde · c7 svart bonde · d7 svart bonde · e7 svart bonde · f7 svart bonde · h7 svart bonde · f6 svart springare · g6 svart bonde · c4 vit bonde · d4 vit bonde · a2 vit bonde · b2 vit bonde · e2 vit bonde · f2 vit bonde · g2 vit bonde · h2 vit bonde · a1 vit torn · b1 vit springare · c1 vit löpare · d1 vit drottning · e1 vit kung · f1 vit löpare · g1 vit springare · h1 vit torn | 8 |
| 7 | a8 svart torn · b8 svart springare · c8 svart löpare · d8 svart drottning · e8 svart kung · f8 svart löpare · h8 svart torn · a7 svart bonde · b7 svart bonde · c7 svart bonde · d7 svart bonde · e7 svart bonde · f7 svart bonde · h7 svart bonde · f6 svart springare · g6 svart bonde · c4 vit bonde · d4 vit bonde · a2 vit bonde · b2 vit bonde · e2 vit bonde · f2 vit bonde · g2 vit bonde · h2 vit bonde · a1 vit torn · b1 vit springare · c1 vit löpare · d1 vit drottning · e1 vit kung · f1 vit löpare · g1 vit springare · h1 vit torn | a8 svart torn · b8 svart springare · c8 svart löpare · d8 svart drottning · e8 svart kung · f8 svart löpare · h8 svart torn · a7 svart bonde · b7 svart bonde · c7 svart bonde · d7 svart bonde · e7 svart bonde · f7 svart bonde · h7 svart bonde · f6 svart springare · g6 svart bonde · c4 vit bonde · d4 vit bonde · a2 vit bonde · b2 vit bonde · e2 vit bonde · f2 vit bonde · g2 vit bonde · h2 vit bonde · a1 vit torn · b1 vit springare · c1 vit löpare · d1 vit drottning · e1 vit kung · f1 vit löpare · g1 vit springare · h1 vit torn | a8 svart torn · b8 svart springare · c8 svart löpare · d8 svart drottning · e8 svart kung · f8 svart löpare · h8 svart torn · a7 svart bonde · b7 svart bonde · c7 svart bonde · d7 svart bonde · e7 svart bonde · f7 svart bonde · h7 svart bonde · f6 svart springare · g6 svart bonde · c4 vit bonde · d4 vit bonde · a2 vit bonde · b2 vit bonde · e2 vit bonde · f2 vit bonde · g2 vit bonde · h2 vit bonde · a1 vit torn · b1 vit springare · c1 vit löpare · d1 vit drottning · e1 vit kung · f1 vit löpare · g1 vit springare · h1 vit torn | a8 svart torn · b8 svart springare · c8 svart löpare · d8 svart drottning · e8 svart kung · f8 svart löpare · h8 svart torn · a7 svart bonde · b7 svart bonde · c7 svart bonde · d7 svart bonde · e7 svart bonde · f7 svart bonde · h7 svart bonde · f6 svart springare · g6 svart bonde · c4 vit bonde · d4 vit bonde · a2 vit bonde · b2 vit bonde · e2 vit bonde · f2 vit bonde · g2 vit bonde · h2 vit bonde · a1 vit torn · b1 vit springare · c1 vit löpare · d1 vit drottning · e1 vit kung · f1 vit löpare · g1 vit springare · h1 vit torn | a8 svart torn · b8 svart springare · c8 svart löpare · d8 svart drottning · e8 svart kung · f8 svart löpare · h8 svart torn · a7 svart bonde · b7 svart bonde · c7 svart bonde · d7 svart bonde · e7 svart bonde · f7 svart bonde · h7 svart bonde · f6 svart springare · g6 svart bonde · c4 vit bonde · d4 vit bonde · a2 vit bonde · b2 vit bonde · e2 vit bonde · f2 vit bonde · g2 vit bonde · h2 vit bonde · a1 vit torn · b1 vit springare · c1 vit löpare · d1 vit drottning · e1 vit kung · f1 vit löpare · g1 vit springare · h1 vit torn | a8 svart torn · b8 svart springare · c8 svart löpare · d8 svart drottning · e8 svart kung · f8 svart löpare · h8 svart torn · a7 svart bonde · b7 svart bonde · c7 svart bonde · d7 svart bonde · e7 svart bonde · f7 svart bonde · h7 svart bonde · f6 svart springare · g6 svart bonde · c4 vit bonde · d4 vit bonde · a2 vit bonde · b2 vit bonde · e2 vit bonde · f2 vit bonde · g2 vit bonde · h2 vit bonde · a1 vit torn · b1 vit springare · c1 vit löpare · d1 vit drottning · e1 vit kung · f1 vit löpare · g1 vit springare · h1 vit torn | a8 svart torn · b8 svart springare · c8 svart löpare · d8 svart drottning · e8 svart kung · f8 svart löpare · h8 svart torn · a7 svart bonde · b7 svart bonde · c7 svart bonde · d7 svart bonde · e7 svart bonde · f7 svart bonde · h7 svart bonde · f6 svart springare · g6 svart bonde · c4 vit bonde · d4 vit bonde · a2 vit bonde · b2 vit bonde · e2 vit bonde · f2 vit bonde · g2 vit bonde · h2 vit bonde · a1 vit torn · b1 vit springare · c1 vit löpare · d1 vit drottning · e1 vit kung · f1 vit löpare · g1 vit springare · h1 vit torn | a8 svart torn · b8 svart springare · c8 svart löpare · d8 svart drottning · e8 svart kung · f8 svart löpare · h8 svart torn · a7 svart bonde · b7 svart bonde · c7 svart bonde · d7 svart bonde · e7 svart bonde · f7 svart bonde · h7 svart bonde · f6 svart springare · g6 svart bonde · c4 vit bonde · d4 vit bonde · a2 vit bonde · b2 vit bonde · e2 vit bonde · f2 vit bonde · g2 vit bonde · h2 vit bonde · a1 vit torn · b1 vit springare · c1 vit löpare · d1 vit drottning · e1 vit kung · f1 vit löpare · g1 vit springare · h1 vit torn | 7 |
| 6 | a8 svart torn · b8 svart springare · c8 svart löpare · d8 svart drottning · e8 svart kung · f8 svart löpare · h8 svart torn · a7 svart bonde · b7 svart bonde · c7 svart bonde · d7 svart bonde · e7 svart bonde · f7 svart bonde · h7 svart bonde · f6 svart springare · g6 svart bonde · c4 vit bonde · d4 vit bonde · a2 vit bonde · b2 vit bonde · e2 vit bonde · f2 vit bonde · g2 vit bonde · h2 vit bonde · a1 vit torn · b1 vit springare · c1 vit löpare · d1 vit drottning · e1 vit kung · f1 vit löpare · g1 vit springare · h1 vit torn | a8 svart torn · b8 svart springare · c8 svart löpare · d8 svart drottning · e8 svart kung · f8 svart löpare · h8 svart torn · a7 svart bonde · b7 svart bonde · c7 svart bonde · d7 svart bonde · e7 svart bonde · f7 svart bonde · h7 svart bonde · f6 svart springare · g6 svart bonde · c4 vit bonde · d4 vit bonde · a2 vit bonde · b2 vit bonde · e2 vit bonde · f2 vit bonde · g2 vit bonde · h2 vit bonde · a1 vit torn · b1 vit springare · c1 vit löpare · d1 vit drottning · e1 vit kung · f1 vit löpare · g1 vit springare · h1 vit torn | a8 svart torn · b8 svart springare · c8 svart löpare · d8 svart drottning · e8 svart kung · f8 svart löpare · h8 svart torn · a7 svart bonde · b7 svart bonde · c7 svart bonde · d7 svart bonde · e7 svart bonde · f7 svart bonde · h7 svart bonde · f6 svart springare · g6 svart bonde · c4 vit bonde · d4 vit bonde · a2 vit bonde · b2 vit bonde · e2 vit bonde · f2 vit bonde · g2 vit bonde · h2 vit bonde · a1 vit torn · b1 vit springare · c1 vit löpare · d1 vit drottning · e1 vit kung · f1 vit löpare · g1 vit springare · h1 vit torn | a8 svart torn · b8 svart springare · c8 svart löpare · d8 svart drottning · e8 svart kung · f8 svart löpare · h8 svart torn · a7 svart bonde · b7 svart bonde · c7 svart bonde · d7 svart bonde · e7 svart bonde · f7 svart bonde · h7 svart bonde · f6 svart springare · g6 svart bonde · c4 vit bonde · d4 vit bonde · a2 vit bonde · b2 vit bonde · e2 vit bonde · f2 vit bonde · g2 vit bonde · h2 vit bonde · a1 vit torn · b1 vit springare · c1 vit löpare · d1 vit drottning · e1 vit kung · f1 vit löpare · g1 vit springare · h1 vit torn | a8 svart torn · b8 svart springare · c8 svart löpare · d8 svart drottning · e8 svart kung · f8 svart löpare · h8 svart torn · a7 svart bonde · b7 svart bonde · c7 svart bonde · d7 svart bonde · e7 svart bonde · f7 svart bonde · h7 svart bonde · f6 svart springare · g6 svart bonde · c4 vit bonde · d4 vit bonde · a2 vit bonde · b2 vit bonde · e2 vit bonde · f2 vit bonde · g2 vit bonde · h2 vit bonde · a1 vit torn · b1 vit springare · c1 vit löpare · d1 vit drottning · e1 vit kung · f1 vit löpare · g1 vit springare · h1 vit torn | a8 svart torn · b8 svart springare · c8 svart löpare · d8 svart drottning · e8 svart kung · f8 svart löpare · h8 svart torn · a7 svart bonde · b7 svart bonde · c7 svart bonde · d7 svart bonde · e7 svart bonde · f7 svart bonde · h7 svart bonde · f6 svart springare · g6 svart bonde · c4 vit bonde · d4 vit bonde · a2 vit bonde · b2 vit bonde · e2 vit bonde · f2 vit bonde · g2 vit bonde · h2 vit bonde · a1 vit torn · b1 vit springare · c1 vit löpare · d1 vit drottning · e1 vit kung · f1 vit löpare · g1 vit springare · h1 vit torn | a8 svart torn · b8 svart springare · c8 svart löpare · d8 svart drottning · e8 svart kung · f8 svart löpare · h8 svart torn · a7 svart bonde · b7 svart bonde · c7 svart bonde · d7 svart bonde · e7 svart bonde · f7 svart bonde · h7 svart bonde · f6 svart springare · g6 svart bonde · c4 vit bonde · d4 vit bonde · a2 vit bonde · b2 vit bonde · e2 vit bonde · f2 vit bonde · g2 vit bonde · h2 vit bonde · a1 vit torn · b1 vit springare · c1 vit löpare · d1 vit drottning · e1 vit kung · f1 vit löpare · g1 vit springare · h1 vit torn | a8 svart torn · b8 svart springare · c8 svart löpare · d8 svart drottning · e8 svart kung · f8 svart löpare · h8 svart torn · a7 svart bonde · b7 svart bonde · c7 svart bonde · d7 svart bonde · e7 svart bonde · f7 svart bonde · h7 svart bonde · f6 svart springare · g6 svart bonde · c4 vit bonde · d4 vit bonde · a2 vit bonde · b2 vit bonde · e2 vit bonde · f2 vit bonde · g2 vit bonde · h2 vit bonde · a1 vit torn · b1 vit springare · c1 vit löpare · d1 vit drottning · e1 vit kung · f1 vit löpare · g1 vit springare · h1 vit torn | 6 |
| 5 | a8 svart torn · b8 svart springare · c8 svart löpare · d8 svart drottning · e8 svart kung · f8 svart löpare · h8 svart torn · a7 svart bonde · b7 svart bonde · c7 svart bonde · d7 svart bonde · e7 svart bonde · f7 svart bonde · h7 svart bonde · f6 svart springare · g6 svart bonde · c4 vit bonde · d4 vit bonde · a2 vit bonde · b2 vit bonde · e2 vit bonde · f2 vit bonde · g2 vit bonde · h2 vit bonde · a1 vit torn · b1 vit springare · c1 vit löpare · d1 vit drottning · e1 vit kung · f1 vit löpare · g1 vit springare · h1 vit torn | a8 svart torn · b8 svart springare · c8 svart löpare · d8 svart drottning · e8 svart kung · f8 svart löpare · h8 svart torn · a7 svart bonde · b7 svart bonde · c7 svart bonde · d7 svart bonde · e7 svart bonde · f7 svart bonde · h7 svart bonde · f6 svart springare · g6 svart bonde · c4 vit bonde · d4 vit bonde · a2 vit bonde · b2 vit bonde · e2 vit bonde · f2 vit bonde · g2 vit bonde · h2 vit bonde · a1 vit torn · b1 vit springare · c1 vit löpare · d1 vit drottning · e1 vit kung · f1 vit löpare · g1 vit springare · h1 vit torn | a8 svart torn · b8 svart springare · c8 svart löpare · d8 svart drottning · e8 svart kung · f8 svart löpare · h8 svart torn · a7 svart bonde · b7 svart bonde · c7 svart bonde · d7 svart bonde · e7 svart bonde · f7 svart bonde · h7 svart bonde · f6 svart springare · g6 svart bonde · c4 vit bonde · d4 vit bonde · a2 vit bonde · b2 vit bonde · e2 vit bonde · f2 vit bonde · g2 vit bonde · h2 vit bonde · a1 vit torn · b1 vit springare · c1 vit löpare · d1 vit drottning · e1 vit kung · f1 vit löpare · g1 vit springare · h1 vit torn | a8 svart torn · b8 svart springare · c8 svart löpare · d8 svart drottning · e8 svart kung · f8 svart löpare · h8 svart torn · a7 svart bonde · b7 svart bonde · c7 svart bonde · d7 svart bonde · e7 svart bonde · f7 svart bonde · h7 svart bonde · f6 svart springare · g6 svart bonde · c4 vit bonde · d4 vit bonde · a2 vit bonde · b2 vit bonde · e2 vit bonde · f2 vit bonde · g2 vit bonde · h2 vit bonde · a1 vit torn · b1 vit springare · c1 vit löpare · d1 vit drottning · e1 vit kung · f1 vit löpare · g1 vit springare · h1 vit torn | a8 svart torn · b8 svart springare · c8 svart löpare · d8 svart drottning · e8 svart kung · f8 svart löpare · h8 svart torn · a7 svart bonde · b7 svart bonde · c7 svart bonde · d7 svart bonde · e7 svart bonde · f7 svart bonde · h7 svart bonde · f6 svart springare · g6 svart bonde · c4 vit bonde · d4 vit bonde · a2 vit bonde · b2 vit bonde · e2 vit bonde · f2 vit bonde · g2 vit bonde · h2 vit bonde · a1 vit torn · b1 vit springare · c1 vit löpare · d1 vit drottning · e1 vit kung · f1 vit löpare · g1 vit springare · h1 vit torn | a8 svart torn · b8 svart springare · c8 svart löpare · d8 svart drottning · e8 svart kung · f8 svart löpare · h8 svart torn · a7 svart bonde · b7 svart bonde · c7 svart bonde · d7 svart bonde · e7 svart bonde · f7 svart bonde · h7 svart bonde · f6 svart springare · g6 svart bonde · c4 vit bonde · d4 vit bonde · a2 vit bonde · b2 vit bonde · e2 vit bonde · f2 vit bonde · g2 vit bonde · h2 vit bonde · a1 vit torn · b1 vit springare · c1 vit löpare · d1 vit drottning · e1 vit kung · f1 vit löpare · g1 vit springare · h1 vit torn | a8 svart torn · b8 svart springare · c8 svart löpare · d8 svart drottning · e8 svart kung · f8 svart löpare · h8 svart torn · a7 svart bonde · b7 svart bonde · c7 svart bonde · d7 svart bonde · e7 svart bonde · f7 svart bonde · h7 svart bonde · f6 svart springare · g6 svart bonde · c4 vit bonde · d4 vit bonde · a2 vit bonde · b2 vit bonde · e2 vit bonde · f2 vit bonde · g2 vit bonde · h2 vit bonde · a1 vit torn · b1 vit springare · c1 vit löpare · d1 vit drottning · e1 vit kung · f1 vit löpare · g1 vit springare · h1 vit torn | a8 svart torn · b8 svart springare · c8 svart löpare · d8 svart drottning · e8 svart kung · f8 svart löpare · h8 svart torn · a7 svart bonde · b7 svart bonde · c7 svart bonde · d7 svart bonde · e7 svart bonde · f7 svart bonde · h7 svart bonde · f6 svart springare · g6 svart bonde · c4 vit bonde · d4 vit bonde · a2 vit bonde · b2 vit bonde · e2 vit bonde · f2 vit bonde · g2 vit bonde · h2 vit bonde · a1 vit torn · b1 vit springare · c1 vit löpare · d1 vit drottning · e1 vit kung · f1 vit löpare · g1 vit springare · h1 vit torn | 5 |
| 4 | a8 svart torn · b8 svart springare · c8 svart löpare · d8 svart drottning · e8 svart kung · f8 svart löpare · h8 svart torn · a7 svart bonde · b7 svart bonde · c7 svart bonde · d7 svart bonde · e7 svart bonde · f7 svart bonde · h7 svart bonde · f6 svart springare · g6 svart bonde · c4 vit bonde · d4 vit bonde · a2 vit bonde · b2 vit bonde · e2 vit bonde · f2 vit bonde · g2 vit bonde · h2 vit bonde · a1 vit torn · b1 vit springare · c1 vit löpare · d1 vit drottning · e1 vit kung · f1 vit löpare · g1 vit springare · h1 vit torn | a8 svart torn · b8 svart springare · c8 svart löpare · d8 svart drottning · e8 svart kung · f8 svart löpare · h8 svart torn · a7 svart bonde · b7 svart bonde · c7 svart bonde · d7 svart bonde · e7 svart bonde · f7 svart bonde · h7 svart bonde · f6 svart springare · g6 svart bonde · c4 vit bonde · d4 vit bonde · a2 vit bonde · b2 vit bonde · e2 vit bonde · f2 vit bonde · g2 vit bonde · h2 vit bonde · a1 vit torn · b1 vit springare · c1 vit löpare · d1 vit drottning · e1 vit kung · f1 vit löpare · g1 vit springare · h1 vit torn | a8 svart torn · b8 svart springare · c8 svart löpare · d8 svart drottning · e8 svart kung · f8 svart löpare · h8 svart torn · a7 svart bonde · b7 svart bonde · c7 svart bonde · d7 svart bonde · e7 svart bonde · f7 svart bonde · h7 svart bonde · f6 svart springare · g6 svart bonde · c4 vit bonde · d4 vit bonde · a2 vit bonde · b2 vit bonde · e2 vit bonde · f2 vit bonde · g2 vit bonde · h2 vit bonde · a1 vit torn · b1 vit springare · c1 vit löpare · d1 vit drottning · e1 vit kung · f1 vit löpare · g1 vit springare · h1 vit torn | a8 svart torn · b8 svart springare · c8 svart löpare · d8 svart drottning · e8 svart kung · f8 svart löpare · h8 svart torn · a7 svart bonde · b7 svart bonde · c7 svart bonde · d7 svart bonde · e7 svart bonde · f7 svart bonde · h7 svart bonde · f6 svart springare · g6 svart bonde · c4 vit bonde · d4 vit bonde · a2 vit bonde · b2 vit bonde · e2 vit bonde · f2 vit bonde · g2 vit bonde · h2 vit bonde · a1 vit torn · b1 vit springare · c1 vit löpare · d1 vit drottning · e1 vit kung · f1 vit löpare · g1 vit springare · h1 vit torn | a8 svart torn · b8 svart springare · c8 svart löpare · d8 svart drottning · e8 svart kung · f8 svart löpare · h8 svart torn · a7 svart bonde · b7 svart bonde · c7 svart bonde · d7 svart bonde · e7 svart bonde · f7 svart bonde · h7 svart bonde · f6 svart springare · g6 svart bonde · c4 vit bonde · d4 vit bonde · a2 vit bonde · b2 vit bonde · e2 vit bonde · f2 vit bonde · g2 vit bonde · h2 vit bonde · a1 vit torn · b1 vit springare · c1 vit löpare · d1 vit drottning · e1 vit kung · f1 vit löpare · g1 vit springare · h1 vit torn | a8 svart torn · b8 svart springare · c8 svart löpare · d8 svart drottning · e8 svart kung · f8 svart löpare · h8 svart torn · a7 svart bonde · b7 svart bonde · c7 svart bonde · d7 svart bonde · e7 svart bonde · f7 svart bonde · h7 svart bonde · f6 svart springare · g6 svart bonde · c4 vit bonde · d4 vit bonde · a2 vit bonde · b2 vit bonde · e2 vit bonde · f2 vit bonde · g2 vit bonde · h2 vit bonde · a1 vit torn · b1 vit springare · c1 vit löpare · d1 vit drottning · e1 vit kung · f1 vit löpare · g1 vit springare · h1 vit torn | a8 svart torn · b8 svart springare · c8 svart löpare · d8 svart drottning · e8 svart kung · f8 svart löpare · h8 svart torn · a7 svart bonde · b7 svart bonde · c7 svart bonde · d7 svart bonde · e7 svart bonde · f7 svart bonde · h7 svart bonde · f6 svart springare · g6 svart bonde · c4 vit bonde · d4 vit bonde · a2 vit bonde · b2 vit bonde · e2 vit bonde · f2 vit bonde · g2 vit bonde · h2 vit bonde · a1 vit torn · b1 vit springare · c1 vit löpare · d1 vit drottning · e1 vit kung · f1 vit löpare · g1 vit springare · h1 vit torn | a8 svart torn · b8 svart springare · c8 svart löpare · d8 svart drottning · e8 svart kung · f8 svart löpare · h8 svart torn · a7 svart bonde · b7 svart bonde · c7 svart bonde · d7 svart bonde · e7 svart bonde · f7 svart bonde · h7 svart bonde · f6 svart springare · g6 svart bonde · c4 vit bonde · d4 vit bonde · a2 vit bonde · b2 vit bonde · e2 vit bonde · f2 vit bonde · g2 vit bonde · h2 vit bonde · a1 vit torn · b1 vit springare · c1 vit löpare · d1 vit drottning · e1 vit kung · f1 vit löpare · g1 vit springare · h1 vit torn | 4 |
| 3 | a8 svart torn · b8 svart springare · c8 svart löpare · d8 svart drottning · e8 svart kung · f8 svart löpare · h8 svart torn · a7 svart bonde · b7 svart bonde · c7 svart bonde · d7 svart bonde · e7 svart bonde · f7 svart bonde · h7 svart bonde · f6 svart springare · g6 svart bonde · c4 vit bonde · d4 vit bonde · a2 vit bonde · b2 vit bonde · e2 vit bonde · f2 vit bonde · g2 vit bonde · h2 vit bonde · a1 vit torn · b1 vit springare · c1 vit löpare · d1 vit drottning · e1 vit kung · f1 vit löpare · g1 vit springare · h1 vit torn | a8 svart torn · b8 svart springare · c8 svart löpare · d8 svart drottning · e8 svart kung · f8 svart löpare · h8 svart torn · a7 svart bonde · b7 svart bonde · c7 svart bonde · d7 svart bonde · e7 svart bonde · f7 svart bonde · h7 svart bonde · f6 svart springare · g6 svart bonde · c4 vit bonde · d4 vit bonde · a2 vit bonde · b2 vit bonde · e2 vit bonde · f2 vit bonde · g2 vit bonde · h2 vit bonde · a1 vit torn · b1 vit springare · c1 vit löpare · d1 vit drottning · e1 vit kung · f1 vit löpare · g1 vit springare · h1 vit torn | a8 svart torn · b8 svart springare · c8 svart löpare · d8 svart drottning · e8 svart kung · f8 svart löpare · h8 svart torn · a7 svart bonde · b7 svart bonde · c7 svart bonde · d7 svart bonde · e7 svart bonde · f7 svart bonde · h7 svart bonde · f6 svart springare · g6 svart bonde · c4 vit bonde · d4 vit bonde · a2 vit bonde · b2 vit bonde · e2 vit bonde · f2 vit bonde · g2 vit bonde · h2 vit bonde · a1 vit torn · b1 vit springare · c1 vit löpare · d1 vit drottning · e1 vit kung · f1 vit löpare · g1 vit springare · h1 vit torn | a8 svart torn · b8 svart springare · c8 svart löpare · d8 svart drottning · e8 svart kung · f8 svart löpare · h8 svart torn · a7 svart bonde · b7 svart bonde · c7 svart bonde · d7 svart bonde · e7 svart bonde · f7 svart bonde · h7 svart bonde · f6 svart springare · g6 svart bonde · c4 vit bonde · d4 vit bonde · a2 vit bonde · b2 vit bonde · e2 vit bonde · f2 vit bonde · g2 vit bonde · h2 vit bonde · a1 vit torn · b1 vit springare · c1 vit löpare · d1 vit drottning · e1 vit kung · f1 vit löpare · g1 vit springare · h1 vit torn | a8 svart torn · b8 svart springare · c8 svart löpare · d8 svart drottning · e8 svart kung · f8 svart löpare · h8 svart torn · a7 svart bonde · b7 svart bonde · c7 svart bonde · d7 svart bonde · e7 svart bonde · f7 svart bonde · h7 svart bonde · f6 svart springare · g6 svart bonde · c4 vit bonde · d4 vit bonde · a2 vit bonde · b2 vit bonde · e2 vit bonde · f2 vit bonde · g2 vit bonde · h2 vit bonde · a1 vit torn · b1 vit springare · c1 vit löpare · d1 vit drottning · e1 vit kung · f1 vit löpare · g1 vit springare · h1 vit torn | a8 svart torn · b8 svart springare · c8 svart löpare · d8 svart drottning · e8 svart kung · f8 svart löpare · h8 svart torn · a7 svart bonde · b7 svart bonde · c7 svart bonde · d7 svart bonde · e7 svart bonde · f7 svart bonde · h7 svart bonde · f6 svart springare · g6 svart bonde · c4 vit bonde · d4 vit bonde · a2 vit bonde · b2 vit bonde · e2 vit bonde · f2 vit bonde · g2 vit bonde · h2 vit bonde · a1 vit torn · b1 vit springare · c1 vit löpare · d1 vit drottning · e1 vit kung · f1 vit löpare · g1 vit springare · h1 vit torn | a8 svart torn · b8 svart springare · c8 svart löpare · d8 svart drottning · e8 svart kung · f8 svart löpare · h8 svart torn · a7 svart bonde · b7 svart bonde · c7 svart bonde · d7 svart bonde · e7 svart bonde · f7 svart bonde · h7 svart bonde · f6 svart springare · g6 svart bonde · c4 vit bonde · d4 vit bonde · a2 vit bonde · b2 vit bonde · e2 vit bonde · f2 vit bonde · g2 vit bonde · h2 vit bonde · a1 vit torn · b1 vit springare · c1 vit löpare · d1 vit drottning · e1 vit kung · f1 vit löpare · g1 vit springare · h1 vit torn | a8 svart torn · b8 svart springare · c8 svart löpare · d8 svart drottning · e8 svart kung · f8 svart löpare · h8 svart torn · a7 svart bonde · b7 svart bonde · c7 svart bonde · d7 svart bonde · e7 svart bonde · f7 svart bonde · h7 svart bonde · f6 svart springare · g6 svart bonde · c4 vit bonde · d4 vit bonde · a2 vit bonde · b2 vit bonde · e2 vit bonde · f2 vit bonde · g2 vit bonde · h2 vit bonde · a1 vit torn · b1 vit springare · c1 vit löpare · d1 vit drottning · e1 vit kung · f1 vit löpare · g1 vit springare · h1 vit torn | 3 |
| 2 | a8 svart torn · b8 svart springare · c8 svart löpare · d8 svart drottning · e8 svart kung · f8 svart löpare · h8 svart torn · a7 svart bonde · b7 svart bonde · c7 svart bonde · d7 svart bonde · e7 svart bonde · f7 svart bonde · h7 svart bonde · f6 svart springare · g6 svart bonde · c4 vit bonde · d4 vit bonde · a2 vit bonde · b2 vit bonde · e2 vit bonde · f2 vit bonde · g2 vit bonde · h2 vit bonde · a1 vit torn · b1 vit springare · c1 vit löpare · d1 vit drottning · e1 vit kung · f1 vit löpare · g1 vit springare · h1 vit torn | a8 svart torn · b8 svart springare · c8 svart löpare · d8 svart drottning · e8 svart kung · f8 svart löpare · h8 svart torn · a7 svart bonde · b7 svart bonde · c7 svart bonde · d7 svart bonde · e7 svart bonde · f7 svart bonde · h7 svart bonde · f6 svart springare · g6 svart bonde · c4 vit bonde · d4 vit bonde · a2 vit bonde · b2 vit bonde · e2 vit bonde · f2 vit bonde · g2 vit bonde · h2 vit bonde · a1 vit torn · b1 vit springare · c1 vit löpare · d1 vit drottning · e1 vit kung · f1 vit löpare · g1 vit springare · h1 vit torn | a8 svart torn · b8 svart springare · c8 svart löpare · d8 svart drottning · e8 svart kung · f8 svart löpare · h8 svart torn · a7 svart bonde · b7 svart bonde · c7 svart bonde · d7 svart bonde · e7 svart bonde · f7 svart bonde · h7 svart bonde · f6 svart springare · g6 svart bonde · c4 vit bonde · d4 vit bonde · a2 vit bonde · b2 vit bonde · e2 vit bonde · f2 vit bonde · g2 vit bonde · h2 vit bonde · a1 vit torn · b1 vit springare · c1 vit löpare · d1 vit drottning · e1 vit kung · f1 vit löpare · g1 vit springare · h1 vit torn | a8 svart torn · b8 svart springare · c8 svart löpare · d8 svart drottning · e8 svart kung · f8 svart löpare · h8 svart torn · a7 svart bonde · b7 svart bonde · c7 svart bonde · d7 svart bonde · e7 svart bonde · f7 svart bonde · h7 svart bonde · f6 svart springare · g6 svart bonde · c4 vit bonde · d4 vit bonde · a2 vit bonde · b2 vit bonde · e2 vit bonde · f2 vit bonde · g2 vit bonde · h2 vit bonde · a1 vit torn · b1 vit springare · c1 vit löpare · d1 vit drottning · e1 vit kung · f1 vit löpare · g1 vit springare · h1 vit torn | a8 svart torn · b8 svart springare · c8 svart löpare · d8 svart drottning · e8 svart kung · f8 svart löpare · h8 svart torn · a7 svart bonde · b7 svart bonde · c7 svart bonde · d7 svart bonde · e7 svart bonde · f7 svart bonde · h7 svart bonde · f6 svart springare · g6 svart bonde · c4 vit bonde · d4 vit bonde · a2 vit bonde · b2 vit bonde · e2 vit bonde · f2 vit bonde · g2 vit bonde · h2 vit bonde · a1 vit torn · b1 vit springare · c1 vit löpare · d1 vit drottning · e1 vit kung · f1 vit löpare · g1 vit springare · h1 vit torn | a8 svart torn · b8 svart springare · c8 svart löpare · d8 svart drottning · e8 svart kung · f8 svart löpare · h8 svart torn · a7 svart bonde · b7 svart bonde · c7 svart bonde · d7 svart bonde · e7 svart bonde · f7 svart bonde · h7 svart bonde · f6 svart springare · g6 svart bonde · c4 vit bonde · d4 vit bonde · a2 vit bonde · b2 vit bonde · e2 vit bonde · f2 vit bonde · g2 vit bonde · h2 vit bonde · a1 vit torn · b1 vit springare · c1 vit löpare · d1 vit drottning · e1 vit kung · f1 vit löpare · g1 vit springare · h1 vit torn | a8 svart torn · b8 svart springare · c8 svart löpare · d8 svart drottning · e8 svart kung · f8 svart löpare · h8 svart torn · a7 svart bonde · b7 svart bonde · c7 svart bonde · d7 svart bonde · e7 svart bonde · f7 svart bonde · h7 svart bonde · f6 svart springare · g6 svart bonde · c4 vit bonde · d4 vit bonde · a2 vit bonde · b2 vit bonde · e2 vit bonde · f2 vit bonde · g2 vit bonde · h2 vit bonde · a1 vit torn · b1 vit springare · c1 vit löpare · d1 vit drottning · e1 vit kung · f1 vit löpare · g1 vit springare · h1 vit torn | a8 svart torn · b8 svart springare · c8 svart löpare · d8 svart drottning · e8 svart kung · f8 svart löpare · h8 svart torn · a7 svart bonde · b7 svart bonde · c7 svart bonde · d7 svart bonde · e7 svart bonde · f7 svart bonde · h7 svart bonde · f6 svart springare · g6 svart bonde · c4 vit bonde · d4 vit bonde · a2 vit bonde · b2 vit bonde · e2 vit bonde · f2 vit bonde · g2 vit bonde · h2 vit bonde · a1 vit torn · b1 vit springare · c1 vit löpare · d1 vit drottning · e1 vit kung · f1 vit löpare · g1 vit springare · h1 vit torn | 2 |
| 1 | a8 svart torn · b8 svart springare · c8 svart löpare · d8 svart drottning · e8 svart kung · f8 svart löpare · h8 svart torn · a7 svart bonde · b7 svart bonde · c7 svart bonde · d7 svart bonde · e7 svart bonde · f7 svart bonde · h7 svart bonde · f6 svart springare · g6 svart bonde · c4 vit bonde · d4 vit bonde · a2 vit bonde · b2 vit bonde · e2 vit bonde · f2 vit bonde · g2 vit bonde · h2 vit bonde · a1 vit torn · b1 vit springare · c1 vit löpare · d1 vit drottning · e1 vit kung · f1 vit löpare · g1 vit springare · h1 vit torn | a8 svart torn · b8 svart springare · c8 svart löpare · d8 svart drottning · e8 svart kung · f8 svart löpare · h8 svart torn · a7 svart bonde · b7 svart bonde · c7 svart bonde · d7 svart bonde · e7 svart bonde · f7 svart bonde · h7 svart bonde · f6 svart springare · g6 svart bonde · c4 vit bonde · d4 vit bonde · a2 vit bonde · b2 vit bonde · e2 vit bonde · f2 vit bonde · g2 vit bonde · h2 vit bonde · a1 vit torn · b1 vit springare · c1 vit löpare · d1 vit drottning · e1 vit kung · f1 vit löpare · g1 vit springare · h1 vit torn | a8 svart torn · b8 svart springare · c8 svart löpare · d8 svart drottning · e8 svart kung · f8 svart löpare · h8 svart torn · a7 svart bonde · b7 svart bonde · c7 svart bonde · d7 svart bonde · e7 svart bonde · f7 svart bonde · h7 svart bonde · f6 svart springare · g6 svart bonde · c4 vit bonde · d4 vit bonde · a2 vit bonde · b2 vit bonde · e2 vit bonde · f2 vit bonde · g2 vit bonde · h2 vit bonde · a1 vit torn · b1 vit springare · c1 vit löpare · d1 vit drottning · e1 vit kung · f1 vit löpare · g1 vit springare · h1 vit torn | a8 svart torn · b8 svart springare · c8 svart löpare · d8 svart drottning · e8 svart kung · f8 svart löpare · h8 svart torn · a7 svart bonde · b7 svart bonde · c7 svart bonde · d7 svart bonde · e7 svart bonde · f7 svart bonde · h7 svart bonde · f6 svart springare · g6 svart bonde · c4 vit bonde · d4 vit bonde · a2 vit bonde · b2 vit bonde · e2 vit bonde · f2 vit bonde · g2 vit bonde · h2 vit bonde · a1 vit torn · b1 vit springare · c1 vit löpare · d1 vit drottning · e1 vit kung · f1 vit löpare · g1 vit springare · h1 vit torn | a8 svart torn · b8 svart springare · c8 svart löpare · d8 svart drottning · e8 svart kung · f8 svart löpare · h8 svart torn · a7 svart bonde · b7 svart bonde · c7 svart bonde · d7 svart bonde · e7 svart bonde · f7 svart bonde · h7 svart bonde · f6 svart springare · g6 svart bonde · c4 vit bonde · d4 vit bonde · a2 vit bonde · b2 vit bonde · e2 vit bonde · f2 vit bonde · g2 vit bonde · h2 vit bonde · a1 vit torn · b1 vit springare · c1 vit löpare · d1 vit drottning · e1 vit kung · f1 vit löpare · g1 vit springare · h1 vit torn | a8 svart torn · b8 svart springare · c8 svart löpare · d8 svart drottning · e8 svart kung · f8 svart löpare · h8 svart torn · a7 svart bonde · b7 svart bonde · c7 svart bonde · d7 svart bonde · e7 svart bonde · f7 svart bonde · h7 svart bonde · f6 svart springare · g6 svart bonde · c4 vit bonde · d4 vit bonde · a2 vit bonde · b2 vit bonde · e2 vit bonde · f2 vit bonde · g2 vit bonde · h2 vit bonde · a1 vit torn · b1 vit springare · c1 vit löpare · d1 vit drottning · e1 vit kung · f1 vit löpare · g1 vit springare · h1 vit torn | a8 svart torn · b8 svart springare · c8 svart löpare · d8 svart drottning · e8 svart kung · f8 svart löpare · h8 svart torn · a7 svart bonde · b7 svart bonde · c7 svart bonde · d7 svart bonde · e7 svart bonde · f7 svart bonde · h7 svart bonde · f6 svart springare · g6 svart bonde · c4 vit bonde · d4 vit bonde · a2 vit bonde · b2 vit bonde · e2 vit bonde · f2 vit bonde · g2 vit bonde · h2 vit bonde · a1 vit torn · b1 vit springare · c1 vit löpare · d1 vit drottning · e1 vit kung · f1 vit löpare · g1 vit springare · h1 vit torn | a8 svart torn · b8 svart springare · c8 svart löpare · d8 svart drottning · e8 svart kung · f8 svart löpare · h8 svart torn · a7 svart bonde · b7 svart bonde · c7 svart bonde · d7 svart bonde · e7 svart bonde · f7 svart bonde · h7 svart bonde · f6 svart springare · g6 svart bonde · c4 vit bonde · d4 vit bonde · a2 vit bonde · b2 vit bonde · e2 vit bonde · f2 vit bonde · g2 vit bonde · h2 vit bonde · a1 vit torn · b1 vit springare · c1 vit löpare · d1 vit drottning · e1 vit kung · f1 vit löpare · g1 vit springare · h1 vit torn | 1 |
|   | a | b | c | d | e | f | g | h |   |

E60 Kungsindiskt försvar
1.d4 Sf6 2.c4 g6
E61 Kungsindiskt
1.d4 Sf6 2.c4 g6 3.Sc3
E62 Kungsindiskt, fianchettovarianten
1.d4 Sf6 2.c4 g6 3.Sc3 Lg7 4.Sf3 d6 5.g3
E63 Kungsindiskt, fianchetto, Pannovarianten
1.d4 Sf6 2.c4 g6 3.Sc3 Lg7 4.Sf3 d6 5.g3 0-0 6.Lg2 Sc6 7.0-0 a6
E64 Kungsindiskt, fianchetto, jugoslaviska varianten
1.d4 Sf6 2.c4 g6 3.Sc3 Lg7 4.Sf3 d6 5.g3 0-0 6.Lg2 c5
E65 Kungsindiskt, fianchetto, jugoslaviska, 7.0-0
1.d4 Sf6 2.c4 g6 3.Sc3 Lg7 4.Sf3 d6 5.g3 0-0 6.Lg2 c5 7.0-0
E66 Kungsindiskt, fianchetto, jugoslaviska Panno
1.d4 Sf6 2.c4 g6 3.Sc3 Lg7 4.Sf3 d6 5.g3 0-0 6.Lg2 c5 7.0-0 Sc6 8.d5
E67 Kungsindiskt, fianchetto
1.d4 Sf6 2.c4 g6 3.Sc3 Lg7 4.Sf3 d6 5.g3 0-0 6.Lg2 Sbd7
E68 Kungsindiskt, fianchetto, klassiska varianten, 8.e4
1.d4 Sf6 2.c4 g6 3.Sc3 Lg7 4.Sf3 d6 5.g3 0-0 6.Lg2 Sbd7 7.0-0 e5 8.e4
E69 Kungsindiskt, fianchetto, klassiska huvudvarianten
1.d4 Sf6 2.c4 g6 3.Sc3 Lg7 4.Sf3 d6 5.g3 0-0 6.Lg2 Sbd7 7.0-0 e5 8.e4 c6 9.h3
|   | a | b | c | d | e | f | g | h |   |
| 8 | a8 svart torn · b8 svart springare · c8 svart löpare · d8 svart drottning · e8 svart kung · h8 svart torn · a7 svart bonde · b7 svart bonde · c7 svart bonde · d7 svart bonde · e7 svart bonde · f7 svart bonde · g7 svart löpare · h7 svart bonde · f6 svart springare · g6 svart bonde · c4 vit bonde · d4 vit bonde · e4 vit bonde · c3 vit springare · a2 vit bonde · b2 vit bonde · f2 vit bonde · g2 vit bonde · h2 vit bonde · a1 vit torn · c1 vit löpare · d1 vit drottning · e1 vit kung · f1 vit löpare · g1 vit springare · h1 vit torn | a8 svart torn · b8 svart springare · c8 svart löpare · d8 svart drottning · e8 svart kung · h8 svart torn · a7 svart bonde · b7 svart bonde · c7 svart bonde · d7 svart bonde · e7 svart bonde · f7 svart bonde · g7 svart löpare · h7 svart bonde · f6 svart springare · g6 svart bonde · c4 vit bonde · d4 vit bonde · e4 vit bonde · c3 vit springare · a2 vit bonde · b2 vit bonde · f2 vit bonde · g2 vit bonde · h2 vit bonde · a1 vit torn · c1 vit löpare · d1 vit drottning · e1 vit kung · f1 vit löpare · g1 vit springare · h1 vit torn | a8 svart torn · b8 svart springare · c8 svart löpare · d8 svart drottning · e8 svart kung · h8 svart torn · a7 svart bonde · b7 svart bonde · c7 svart bonde · d7 svart bonde · e7 svart bonde · f7 svart bonde · g7 svart löpare · h7 svart bonde · f6 svart springare · g6 svart bonde · c4 vit bonde · d4 vit bonde · e4 vit bonde · c3 vit springare · a2 vit bonde · b2 vit bonde · f2 vit bonde · g2 vit bonde · h2 vit bonde · a1 vit torn · c1 vit löpare · d1 vit drottning · e1 vit kung · f1 vit löpare · g1 vit springare · h1 vit torn | a8 svart torn · b8 svart springare · c8 svart löpare · d8 svart drottning · e8 svart kung · h8 svart torn · a7 svart bonde · b7 svart bonde · c7 svart bonde · d7 svart bonde · e7 svart bonde · f7 svart bonde · g7 svart löpare · h7 svart bonde · f6 svart springare · g6 svart bonde · c4 vit bonde · d4 vit bonde · e4 vit bonde · c3 vit springare · a2 vit bonde · b2 vit bonde · f2 vit bonde · g2 vit bonde · h2 vit bonde · a1 vit torn · c1 vit löpare · d1 vit drottning · e1 vit kung · f1 vit löpare · g1 vit springare · h1 vit torn | a8 svart torn · b8 svart springare · c8 svart löpare · d8 svart drottning · e8 svart kung · h8 svart torn · a7 svart bonde · b7 svart bonde · c7 svart bonde · d7 svart bonde · e7 svart bonde · f7 svart bonde · g7 svart löpare · h7 svart bonde · f6 svart springare · g6 svart bonde · c4 vit bonde · d4 vit bonde · e4 vit bonde · c3 vit springare · a2 vit bonde · b2 vit bonde · f2 vit bonde · g2 vit bonde · h2 vit bonde · a1 vit torn · c1 vit löpare · d1 vit drottning · e1 vit kung · f1 vit löpare · g1 vit springare · h1 vit torn | a8 svart torn · b8 svart springare · c8 svart löpare · d8 svart drottning · e8 svart kung · h8 svart torn · a7 svart bonde · b7 svart bonde · c7 svart bonde · d7 svart bonde · e7 svart bonde · f7 svart bonde · g7 svart löpare · h7 svart bonde · f6 svart springare · g6 svart bonde · c4 vit bonde · d4 vit bonde · e4 vit bonde · c3 vit springare · a2 vit bonde · b2 vit bonde · f2 vit bonde · g2 vit bonde · h2 vit bonde · a1 vit torn · c1 vit löpare · d1 vit drottning · e1 vit kung · f1 vit löpare · g1 vit springare · h1 vit torn | a8 svart torn · b8 svart springare · c8 svart löpare · d8 svart drottning · e8 svart kung · h8 svart torn · a7 svart bonde · b7 svart bonde · c7 svart bonde · d7 svart bonde · e7 svart bonde · f7 svart bonde · g7 svart löpare · h7 svart bonde · f6 svart springare · g6 svart bonde · c4 vit bonde · d4 vit bonde · e4 vit bonde · c3 vit springare · a2 vit bonde · b2 vit bonde · f2 vit bonde · g2 vit bonde · h2 vit bonde · a1 vit torn · c1 vit löpare · d1 vit drottning · e1 vit kung · f1 vit löpare · g1 vit springare · h1 vit torn | a8 svart torn · b8 svart springare · c8 svart löpare · d8 svart drottning · e8 svart kung · h8 svart torn · a7 svart bonde · b7 svart bonde · c7 svart bonde · d7 svart bonde · e7 svart bonde · f7 svart bonde · g7 svart löpare · h7 svart bonde · f6 svart springare · g6 svart bonde · c4 vit bonde · d4 vit bonde · e4 vit bonde · c3 vit springare · a2 vit bonde · b2 vit bonde · f2 vit bonde · g2 vit bonde · h2 vit bonde · a1 vit torn · c1 vit löpare · d1 vit drottning · e1 vit kung · f1 vit löpare · g1 vit springare · h1 vit torn | 8 |
| 7 | a8 svart torn · b8 svart springare · c8 svart löpare · d8 svart drottning · e8 svart kung · h8 svart torn · a7 svart bonde · b7 svart bonde · c7 svart bonde · d7 svart bonde · e7 svart bonde · f7 svart bonde · g7 svart löpare · h7 svart bonde · f6 svart springare · g6 svart bonde · c4 vit bonde · d4 vit bonde · e4 vit bonde · c3 vit springare · a2 vit bonde · b2 vit bonde · f2 vit bonde · g2 vit bonde · h2 vit bonde · a1 vit torn · c1 vit löpare · d1 vit drottning · e1 vit kung · f1 vit löpare · g1 vit springare · h1 vit torn | a8 svart torn · b8 svart springare · c8 svart löpare · d8 svart drottning · e8 svart kung · h8 svart torn · a7 svart bonde · b7 svart bonde · c7 svart bonde · d7 svart bonde · e7 svart bonde · f7 svart bonde · g7 svart löpare · h7 svart bonde · f6 svart springare · g6 svart bonde · c4 vit bonde · d4 vit bonde · e4 vit bonde · c3 vit springare · a2 vit bonde · b2 vit bonde · f2 vit bonde · g2 vit bonde · h2 vit bonde · a1 vit torn · c1 vit löpare · d1 vit drottning · e1 vit kung · f1 vit löpare · g1 vit springare · h1 vit torn | a8 svart torn · b8 svart springare · c8 svart löpare · d8 svart drottning · e8 svart kung · h8 svart torn · a7 svart bonde · b7 svart bonde · c7 svart bonde · d7 svart bonde · e7 svart bonde · f7 svart bonde · g7 svart löpare · h7 svart bonde · f6 svart springare · g6 svart bonde · c4 vit bonde · d4 vit bonde · e4 vit bonde · c3 vit springare · a2 vit bonde · b2 vit bonde · f2 vit bonde · g2 vit bonde · h2 vit bonde · a1 vit torn · c1 vit löpare · d1 vit drottning · e1 vit kung · f1 vit löpare · g1 vit springare · h1 vit torn | a8 svart torn · b8 svart springare · c8 svart löpare · d8 svart drottning · e8 svart kung · h8 svart torn · a7 svart bonde · b7 svart bonde · c7 svart bonde · d7 svart bonde · e7 svart bonde · f7 svart bonde · g7 svart löpare · h7 svart bonde · f6 svart springare · g6 svart bonde · c4 vit bonde · d4 vit bonde · e4 vit bonde · c3 vit springare · a2 vit bonde · b2 vit bonde · f2 vit bonde · g2 vit bonde · h2 vit bonde · a1 vit torn · c1 vit löpare · d1 vit drottning · e1 vit kung · f1 vit löpare · g1 vit springare · h1 vit torn | a8 svart torn · b8 svart springare · c8 svart löpare · d8 svart drottning · e8 svart kung · h8 svart torn · a7 svart bonde · b7 svart bonde · c7 svart bonde · d7 svart bonde · e7 svart bonde · f7 svart bonde · g7 svart löpare · h7 svart bonde · f6 svart springare · g6 svart bonde · c4 vit bonde · d4 vit bonde · e4 vit bonde · c3 vit springare · a2 vit bonde · b2 vit bonde · f2 vit bonde · g2 vit bonde · h2 vit bonde · a1 vit torn · c1 vit löpare · d1 vit drottning · e1 vit kung · f1 vit löpare · g1 vit springare · h1 vit torn | a8 svart torn · b8 svart springare · c8 svart löpare · d8 svart drottning · e8 svart kung · h8 svart torn · a7 svart bonde · b7 svart bonde · c7 svart bonde · d7 svart bonde · e7 svart bonde · f7 svart bonde · g7 svart löpare · h7 svart bonde · f6 svart springare · g6 svart bonde · c4 vit bonde · d4 vit bonde · e4 vit bonde · c3 vit springare · a2 vit bonde · b2 vit bonde · f2 vit bonde · g2 vit bonde · h2 vit bonde · a1 vit torn · c1 vit löpare · d1 vit drottning · e1 vit kung · f1 vit löpare · g1 vit springare · h1 vit torn | a8 svart torn · b8 svart springare · c8 svart löpare · d8 svart drottning · e8 svart kung · h8 svart torn · a7 svart bonde · b7 svart bonde · c7 svart bonde · d7 svart bonde · e7 svart bonde · f7 svart bonde · g7 svart löpare · h7 svart bonde · f6 svart springare · g6 svart bonde · c4 vit bonde · d4 vit bonde · e4 vit bonde · c3 vit springare · a2 vit bonde · b2 vit bonde · f2 vit bonde · g2 vit bonde · h2 vit bonde · a1 vit torn · c1 vit löpare · d1 vit drottning · e1 vit kung · f1 vit löpare · g1 vit springare · h1 vit torn | a8 svart torn · b8 svart springare · c8 svart löpare · d8 svart drottning · e8 svart kung · h8 svart torn · a7 svart bonde · b7 svart bonde · c7 svart bonde · d7 svart bonde · e7 svart bonde · f7 svart bonde · g7 svart löpare · h7 svart bonde · f6 svart springare · g6 svart bonde · c4 vit bonde · d4 vit bonde · e4 vit bonde · c3 vit springare · a2 vit bonde · b2 vit bonde · f2 vit bonde · g2 vit bonde · h2 vit bonde · a1 vit torn · c1 vit löpare · d1 vit drottning · e1 vit kung · f1 vit löpare · g1 vit springare · h1 vit torn | 7 |
| 6 | a8 svart torn · b8 svart springare · c8 svart löpare · d8 svart drottning · e8 svart kung · h8 svart torn · a7 svart bonde · b7 svart bonde · c7 svart bonde · d7 svart bonde · e7 svart bonde · f7 svart bonde · g7 svart löpare · h7 svart bonde · f6 svart springare · g6 svart bonde · c4 vit bonde · d4 vit bonde · e4 vit bonde · c3 vit springare · a2 vit bonde · b2 vit bonde · f2 vit bonde · g2 vit bonde · h2 vit bonde · a1 vit torn · c1 vit löpare · d1 vit drottning · e1 vit kung · f1 vit löpare · g1 vit springare · h1 vit torn | a8 svart torn · b8 svart springare · c8 svart löpare · d8 svart drottning · e8 svart kung · h8 svart torn · a7 svart bonde · b7 svart bonde · c7 svart bonde · d7 svart bonde · e7 svart bonde · f7 svart bonde · g7 svart löpare · h7 svart bonde · f6 svart springare · g6 svart bonde · c4 vit bonde · d4 vit bonde · e4 vit bonde · c3 vit springare · a2 vit bonde · b2 vit bonde · f2 vit bonde · g2 vit bonde · h2 vit bonde · a1 vit torn · c1 vit löpare · d1 vit drottning · e1 vit kung · f1 vit löpare · g1 vit springare · h1 vit torn | a8 svart torn · b8 svart springare · c8 svart löpare · d8 svart drottning · e8 svart kung · h8 svart torn · a7 svart bonde · b7 svart bonde · c7 svart bonde · d7 svart bonde · e7 svart bonde · f7 svart bonde · g7 svart löpare · h7 svart bonde · f6 svart springare · g6 svart bonde · c4 vit bonde · d4 vit bonde · e4 vit bonde · c3 vit springare · a2 vit bonde · b2 vit bonde · f2 vit bonde · g2 vit bonde · h2 vit bonde · a1 vit torn · c1 vit löpare · d1 vit drottning · e1 vit kung · f1 vit löpare · g1 vit springare · h1 vit torn | a8 svart torn · b8 svart springare · c8 svart löpare · d8 svart drottning · e8 svart kung · h8 svart torn · a7 svart bonde · b7 svart bonde · c7 svart bonde · d7 svart bonde · e7 svart bonde · f7 svart bonde · g7 svart löpare · h7 svart bonde · f6 svart springare · g6 svart bonde · c4 vit bonde · d4 vit bonde · e4 vit bonde · c3 vit springare · a2 vit bonde · b2 vit bonde · f2 vit bonde · g2 vit bonde · h2 vit bonde · a1 vit torn · c1 vit löpare · d1 vit drottning · e1 vit kung · f1 vit löpare · g1 vit springare · h1 vit torn | a8 svart torn · b8 svart springare · c8 svart löpare · d8 svart drottning · e8 svart kung · h8 svart torn · a7 svart bonde · b7 svart bonde · c7 svart bonde · d7 svart bonde · e7 svart bonde · f7 svart bonde · g7 svart löpare · h7 svart bonde · f6 svart springare · g6 svart bonde · c4 vit bonde · d4 vit bonde · e4 vit bonde · c3 vit springare · a2 vit bonde · b2 vit bonde · f2 vit bonde · g2 vit bonde · h2 vit bonde · a1 vit torn · c1 vit löpare · d1 vit drottning · e1 vit kung · f1 vit löpare · g1 vit springare · h1 vit torn | a8 svart torn · b8 svart springare · c8 svart löpare · d8 svart drottning · e8 svart kung · h8 svart torn · a7 svart bonde · b7 svart bonde · c7 svart bonde · d7 svart bonde · e7 svart bonde · f7 svart bonde · g7 svart löpare · h7 svart bonde · f6 svart springare · g6 svart bonde · c4 vit bonde · d4 vit bonde · e4 vit bonde · c3 vit springare · a2 vit bonde · b2 vit bonde · f2 vit bonde · g2 vit bonde · h2 vit bonde · a1 vit torn · c1 vit löpare · d1 vit drottning · e1 vit kung · f1 vit löpare · g1 vit springare · h1 vit torn | a8 svart torn · b8 svart springare · c8 svart löpare · d8 svart drottning · e8 svart kung · h8 svart torn · a7 svart bonde · b7 svart bonde · c7 svart bonde · d7 svart bonde · e7 svart bonde · f7 svart bonde · g7 svart löpare · h7 svart bonde · f6 svart springare · g6 svart bonde · c4 vit bonde · d4 vit bonde · e4 vit bonde · c3 vit springare · a2 vit bonde · b2 vit bonde · f2 vit bonde · g2 vit bonde · h2 vit bonde · a1 vit torn · c1 vit löpare · d1 vit drottning · e1 vit kung · f1 vit löpare · g1 vit springare · h1 vit torn | a8 svart torn · b8 svart springare · c8 svart löpare · d8 svart drottning · e8 svart kung · h8 svart torn · a7 svart bonde · b7 svart bonde · c7 svart bonde · d7 svart bonde · e7 svart bonde · f7 svart bonde · g7 svart löpare · h7 svart bonde · f6 svart springare · g6 svart bonde · c4 vit bonde · d4 vit bonde · e4 vit bonde · c3 vit springare · a2 vit bonde · b2 vit bonde · f2 vit bonde · g2 vit bonde · h2 vit bonde · a1 vit torn · c1 vit löpare · d1 vit drottning · e1 vit kung · f1 vit löpare · g1 vit springare · h1 vit torn | 6 |
| 5 | a8 svart torn · b8 svart springare · c8 svart löpare · d8 svart drottning · e8 svart kung · h8 svart torn · a7 svart bonde · b7 svart bonde · c7 svart bonde · d7 svart bonde · e7 svart bonde · f7 svart bonde · g7 svart löpare · h7 svart bonde · f6 svart springare · g6 svart bonde · c4 vit bonde · d4 vit bonde · e4 vit bonde · c3 vit springare · a2 vit bonde · b2 vit bonde · f2 vit bonde · g2 vit bonde · h2 vit bonde · a1 vit torn · c1 vit löpare · d1 vit drottning · e1 vit kung · f1 vit löpare · g1 vit springare · h1 vit torn | a8 svart torn · b8 svart springare · c8 svart löpare · d8 svart drottning · e8 svart kung · h8 svart torn · a7 svart bonde · b7 svart bonde · c7 svart bonde · d7 svart bonde · e7 svart bonde · f7 svart bonde · g7 svart löpare · h7 svart bonde · f6 svart springare · g6 svart bonde · c4 vit bonde · d4 vit bonde · e4 vit bonde · c3 vit springare · a2 vit bonde · b2 vit bonde · f2 vit bonde · g2 vit bonde · h2 vit bonde · a1 vit torn · c1 vit löpare · d1 vit drottning · e1 vit kung · f1 vit löpare · g1 vit springare · h1 vit torn | a8 svart torn · b8 svart springare · c8 svart löpare · d8 svart drottning · e8 svart kung · h8 svart torn · a7 svart bonde · b7 svart bonde · c7 svart bonde · d7 svart bonde · e7 svart bonde · f7 svart bonde · g7 svart löpare · h7 svart bonde · f6 svart springare · g6 svart bonde · c4 vit bonde · d4 vit bonde · e4 vit bonde · c3 vit springare · a2 vit bonde · b2 vit bonde · f2 vit bonde · g2 vit bonde · h2 vit bonde · a1 vit torn · c1 vit löpare · d1 vit drottning · e1 vit kung · f1 vit löpare · g1 vit springare · h1 vit torn | a8 svart torn · b8 svart springare · c8 svart löpare · d8 svart drottning · e8 svart kung · h8 svart torn · a7 svart bonde · b7 svart bonde · c7 svart bonde · d7 svart bonde · e7 svart bonde · f7 svart bonde · g7 svart löpare · h7 svart bonde · f6 svart springare · g6 svart bonde · c4 vit bonde · d4 vit bonde · e4 vit bonde · c3 vit springare · a2 vit bonde · b2 vit bonde · f2 vit bonde · g2 vit bonde · h2 vit bonde · a1 vit torn · c1 vit löpare · d1 vit drottning · e1 vit kung · f1 vit löpare · g1 vit springare · h1 vit torn | a8 svart torn · b8 svart springare · c8 svart löpare · d8 svart drottning · e8 svart kung · h8 svart torn · a7 svart bonde · b7 svart bonde · c7 svart bonde · d7 svart bonde · e7 svart bonde · f7 svart bonde · g7 svart löpare · h7 svart bonde · f6 svart springare · g6 svart bonde · c4 vit bonde · d4 vit bonde · e4 vit bonde · c3 vit springare · a2 vit bonde · b2 vit bonde · f2 vit bonde · g2 vit bonde · h2 vit bonde · a1 vit torn · c1 vit löpare · d1 vit drottning · e1 vit kung · f1 vit löpare · g1 vit springare · h1 vit torn | a8 svart torn · b8 svart springare · c8 svart löpare · d8 svart drottning · e8 svart kung · h8 svart torn · a7 svart bonde · b7 svart bonde · c7 svart bonde · d7 svart bonde · e7 svart bonde · f7 svart bonde · g7 svart löpare · h7 svart bonde · f6 svart springare · g6 svart bonde · c4 vit bonde · d4 vit bonde · e4 vit bonde · c3 vit springare · a2 vit bonde · b2 vit bonde · f2 vit bonde · g2 vit bonde · h2 vit bonde · a1 vit torn · c1 vit löpare · d1 vit drottning · e1 vit kung · f1 vit löpare · g1 vit springare · h1 vit torn | a8 svart torn · b8 svart springare · c8 svart löpare · d8 svart drottning · e8 svart kung · h8 svart torn · a7 svart bonde · b7 svart bonde · c7 svart bonde · d7 svart bonde · e7 svart bonde · f7 svart bonde · g7 svart löpare · h7 svart bonde · f6 svart springare · g6 svart bonde · c4 vit bonde · d4 vit bonde · e4 vit bonde · c3 vit springare · a2 vit bonde · b2 vit bonde · f2 vit bonde · g2 vit bonde · h2 vit bonde · a1 vit torn · c1 vit löpare · d1 vit drottning · e1 vit kung · f1 vit löpare · g1 vit springare · h1 vit torn | a8 svart torn · b8 svart springare · c8 svart löpare · d8 svart drottning · e8 svart kung · h8 svart torn · a7 svart bonde · b7 svart bonde · c7 svart bonde · d7 svart bonde · e7 svart bonde · f7 svart bonde · g7 svart löpare · h7 svart bonde · f6 svart springare · g6 svart bonde · c4 vit bonde · d4 vit bonde · e4 vit bonde · c3 vit springare · a2 vit bonde · b2 vit bonde · f2 vit bonde · g2 vit bonde · h2 vit bonde · a1 vit torn · c1 vit löpare · d1 vit drottning · e1 vit kung · f1 vit löpare · g1 vit springare · h1 vit torn | 5 |
| 4 | a8 svart torn · b8 svart springare · c8 svart löpare · d8 svart drottning · e8 svart kung · h8 svart torn · a7 svart bonde · b7 svart bonde · c7 svart bonde · d7 svart bonde · e7 svart bonde · f7 svart bonde · g7 svart löpare · h7 svart bonde · f6 svart springare · g6 svart bonde · c4 vit bonde · d4 vit bonde · e4 vit bonde · c3 vit springare · a2 vit bonde · b2 vit bonde · f2 vit bonde · g2 vit bonde · h2 vit bonde · a1 vit torn · c1 vit löpare · d1 vit drottning · e1 vit kung · f1 vit löpare · g1 vit springare · h1 vit torn | a8 svart torn · b8 svart springare · c8 svart löpare · d8 svart drottning · e8 svart kung · h8 svart torn · a7 svart bonde · b7 svart bonde · c7 svart bonde · d7 svart bonde · e7 svart bonde · f7 svart bonde · g7 svart löpare · h7 svart bonde · f6 svart springare · g6 svart bonde · c4 vit bonde · d4 vit bonde · e4 vit bonde · c3 vit springare · a2 vit bonde · b2 vit bonde · f2 vit bonde · g2 vit bonde · h2 vit bonde · a1 vit torn · c1 vit löpare · d1 vit drottning · e1 vit kung · f1 vit löpare · g1 vit springare · h1 vit torn | a8 svart torn · b8 svart springare · c8 svart löpare · d8 svart drottning · e8 svart kung · h8 svart torn · a7 svart bonde · b7 svart bonde · c7 svart bonde · d7 svart bonde · e7 svart bonde · f7 svart bonde · g7 svart löpare · h7 svart bonde · f6 svart springare · g6 svart bonde · c4 vit bonde · d4 vit bonde · e4 vit bonde · c3 vit springare · a2 vit bonde · b2 vit bonde · f2 vit bonde · g2 vit bonde · h2 vit bonde · a1 vit torn · c1 vit löpare · d1 vit drottning · e1 vit kung · f1 vit löpare · g1 vit springare · h1 vit torn | a8 svart torn · b8 svart springare · c8 svart löpare · d8 svart drottning · e8 svart kung · h8 svart torn · a7 svart bonde · b7 svart bonde · c7 svart bonde · d7 svart bonde · e7 svart bonde · f7 svart bonde · g7 svart löpare · h7 svart bonde · f6 svart springare · g6 svart bonde · c4 vit bonde · d4 vit bonde · e4 vit bonde · c3 vit springare · a2 vit bonde · b2 vit bonde · f2 vit bonde · g2 vit bonde · h2 vit bonde · a1 vit torn · c1 vit löpare · d1 vit drottning · e1 vit kung · f1 vit löpare · g1 vit springare · h1 vit torn | a8 svart torn · b8 svart springare · c8 svart löpare · d8 svart drottning · e8 svart kung · h8 svart torn · a7 svart bonde · b7 svart bonde · c7 svart bonde · d7 svart bonde · e7 svart bonde · f7 svart bonde · g7 svart löpare · h7 svart bonde · f6 svart springare · g6 svart bonde · c4 vit bonde · d4 vit bonde · e4 vit bonde · c3 vit springare · a2 vit bonde · b2 vit bonde · f2 vit bonde · g2 vit bonde · h2 vit bonde · a1 vit torn · c1 vit löpare · d1 vit drottning · e1 vit kung · f1 vit löpare · g1 vit springare · h1 vit torn | a8 svart torn · b8 svart springare · c8 svart löpare · d8 svart drottning · e8 svart kung · h8 svart torn · a7 svart bonde · b7 svart bonde · c7 svart bonde · d7 svart bonde · e7 svart bonde · f7 svart bonde · g7 svart löpare · h7 svart bonde · f6 svart springare · g6 svart bonde · c4 vit bonde · d4 vit bonde · e4 vit bonde · c3 vit springare · a2 vit bonde · b2 vit bonde · f2 vit bonde · g2 vit bonde · h2 vit bonde · a1 vit torn · c1 vit löpare · d1 vit drottning · e1 vit kung · f1 vit löpare · g1 vit springare · h1 vit torn | a8 svart torn · b8 svart springare · c8 svart löpare · d8 svart drottning · e8 svart kung · h8 svart torn · a7 svart bonde · b7 svart bonde · c7 svart bonde · d7 svart bonde · e7 svart bonde · f7 svart bonde · g7 svart löpare · h7 svart bonde · f6 svart springare · g6 svart bonde · c4 vit bonde · d4 vit bonde · e4 vit bonde · c3 vit springare · a2 vit bonde · b2 vit bonde · f2 vit bonde · g2 vit bonde · h2 vit bonde · a1 vit torn · c1 vit löpare · d1 vit drottning · e1 vit kung · f1 vit löpare · g1 vit springare · h1 vit torn | a8 svart torn · b8 svart springare · c8 svart löpare · d8 svart drottning · e8 svart kung · h8 svart torn · a7 svart bonde · b7 svart bonde · c7 svart bonde · d7 svart bonde · e7 svart bonde · f7 svart bonde · g7 svart löpare · h7 svart bonde · f6 svart springare · g6 svart bonde · c4 vit bonde · d4 vit bonde · e4 vit bonde · c3 vit springare · a2 vit bonde · b2 vit bonde · f2 vit bonde · g2 vit bonde · h2 vit bonde · a1 vit torn · c1 vit löpare · d1 vit drottning · e1 vit kung · f1 vit löpare · g1 vit springare · h1 vit torn | 4 |
| 3 | a8 svart torn · b8 svart springare · c8 svart löpare · d8 svart drottning · e8 svart kung · h8 svart torn · a7 svart bonde · b7 svart bonde · c7 svart bonde · d7 svart bonde · e7 svart bonde · f7 svart bonde · g7 svart löpare · h7 svart bonde · f6 svart springare · g6 svart bonde · c4 vit bonde · d4 vit bonde · e4 vit bonde · c3 vit springare · a2 vit bonde · b2 vit bonde · f2 vit bonde · g2 vit bonde · h2 vit bonde · a1 vit torn · c1 vit löpare · d1 vit drottning · e1 vit kung · f1 vit löpare · g1 vit springare · h1 vit torn | a8 svart torn · b8 svart springare · c8 svart löpare · d8 svart drottning · e8 svart kung · h8 svart torn · a7 svart bonde · b7 svart bonde · c7 svart bonde · d7 svart bonde · e7 svart bonde · f7 svart bonde · g7 svart löpare · h7 svart bonde · f6 svart springare · g6 svart bonde · c4 vit bonde · d4 vit bonde · e4 vit bonde · c3 vit springare · a2 vit bonde · b2 vit bonde · f2 vit bonde · g2 vit bonde · h2 vit bonde · a1 vit torn · c1 vit löpare · d1 vit drottning · e1 vit kung · f1 vit löpare · g1 vit springare · h1 vit torn | a8 svart torn · b8 svart springare · c8 svart löpare · d8 svart drottning · e8 svart kung · h8 svart torn · a7 svart bonde · b7 svart bonde · c7 svart bonde · d7 svart bonde · e7 svart bonde · f7 svart bonde · g7 svart löpare · h7 svart bonde · f6 svart springare · g6 svart bonde · c4 vit bonde · d4 vit bonde · e4 vit bonde · c3 vit springare · a2 vit bonde · b2 vit bonde · f2 vit bonde · g2 vit bonde · h2 vit bonde · a1 vit torn · c1 vit löpare · d1 vit drottning · e1 vit kung · f1 vit löpare · g1 vit springare · h1 vit torn | a8 svart torn · b8 svart springare · c8 svart löpare · d8 svart drottning · e8 svart kung · h8 svart torn · a7 svart bonde · b7 svart bonde · c7 svart bonde · d7 svart bonde · e7 svart bonde · f7 svart bonde · g7 svart löpare · h7 svart bonde · f6 svart springare · g6 svart bonde · c4 vit bonde · d4 vit bonde · e4 vit bonde · c3 vit springare · a2 vit bonde · b2 vit bonde · f2 vit bonde · g2 vit bonde · h2 vit bonde · a1 vit torn · c1 vit löpare · d1 vit drottning · e1 vit kung · f1 vit löpare · g1 vit springare · h1 vit torn | a8 svart torn · b8 svart springare · c8 svart löpare · d8 svart drottning · e8 svart kung · h8 svart torn · a7 svart bonde · b7 svart bonde · c7 svart bonde · d7 svart bonde · e7 svart bonde · f7 svart bonde · g7 svart löpare · h7 svart bonde · f6 svart springare · g6 svart bonde · c4 vit bonde · d4 vit bonde · e4 vit bonde · c3 vit springare · a2 vit bonde · b2 vit bonde · f2 vit bonde · g2 vit bonde · h2 vit bonde · a1 vit torn · c1 vit löpare · d1 vit drottning · e1 vit kung · f1 vit löpare · g1 vit springare · h1 vit torn | a8 svart torn · b8 svart springare · c8 svart löpare · d8 svart drottning · e8 svart kung · h8 svart torn · a7 svart bonde · b7 svart bonde · c7 svart bonde · d7 svart bonde · e7 svart bonde · f7 svart bonde · g7 svart löpare · h7 svart bonde · f6 svart springare · g6 svart bonde · c4 vit bonde · d4 vit bonde · e4 vit bonde · c3 vit springare · a2 vit bonde · b2 vit bonde · f2 vit bonde · g2 vit bonde · h2 vit bonde · a1 vit torn · c1 vit löpare · d1 vit drottning · e1 vit kung · f1 vit löpare · g1 vit springare · h1 vit torn | a8 svart torn · b8 svart springare · c8 svart löpare · d8 svart drottning · e8 svart kung · h8 svart torn · a7 svart bonde · b7 svart bonde · c7 svart bonde · d7 svart bonde · e7 svart bonde · f7 svart bonde · g7 svart löpare · h7 svart bonde · f6 svart springare · g6 svart bonde · c4 vit bonde · d4 vit bonde · e4 vit bonde · c3 vit springare · a2 vit bonde · b2 vit bonde · f2 vit bonde · g2 vit bonde · h2 vit bonde · a1 vit torn · c1 vit löpare · d1 vit drottning · e1 vit kung · f1 vit löpare · g1 vit springare · h1 vit torn | a8 svart torn · b8 svart springare · c8 svart löpare · d8 svart drottning · e8 svart kung · h8 svart torn · a7 svart bonde · b7 svart bonde · c7 svart bonde · d7 svart bonde · e7 svart bonde · f7 svart bonde · g7 svart löpare · h7 svart bonde · f6 svart springare · g6 svart bonde · c4 vit bonde · d4 vit bonde · e4 vit bonde · c3 vit springare · a2 vit bonde · b2 vit bonde · f2 vit bonde · g2 vit bonde · h2 vit bonde · a1 vit torn · c1 vit löpare · d1 vit drottning · e1 vit kung · f1 vit löpare · g1 vit springare · h1 vit torn | 3 |
| 2 | a8 svart torn · b8 svart springare · c8 svart löpare · d8 svart drottning · e8 svart kung · h8 svart torn · a7 svart bonde · b7 svart bonde · c7 svart bonde · d7 svart bonde · e7 svart bonde · f7 svart bonde · g7 svart löpare · h7 svart bonde · f6 svart springare · g6 svart bonde · c4 vit bonde · d4 vit bonde · e4 vit bonde · c3 vit springare · a2 vit bonde · b2 vit bonde · f2 vit bonde · g2 vit bonde · h2 vit bonde · a1 vit torn · c1 vit löpare · d1 vit drottning · e1 vit kung · f1 vit löpare · g1 vit springare · h1 vit torn | a8 svart torn · b8 svart springare · c8 svart löpare · d8 svart drottning · e8 svart kung · h8 svart torn · a7 svart bonde · b7 svart bonde · c7 svart bonde · d7 svart bonde · e7 svart bonde · f7 svart bonde · g7 svart löpare · h7 svart bonde · f6 svart springare · g6 svart bonde · c4 vit bonde · d4 vit bonde · e4 vit bonde · c3 vit springare · a2 vit bonde · b2 vit bonde · f2 vit bonde · g2 vit bonde · h2 vit bonde · a1 vit torn · c1 vit löpare · d1 vit drottning · e1 vit kung · f1 vit löpare · g1 vit springare · h1 vit torn | a8 svart torn · b8 svart springare · c8 svart löpare · d8 svart drottning · e8 svart kung · h8 svart torn · a7 svart bonde · b7 svart bonde · c7 svart bonde · d7 svart bonde · e7 svart bonde · f7 svart bonde · g7 svart löpare · h7 svart bonde · f6 svart springare · g6 svart bonde · c4 vit bonde · d4 vit bonde · e4 vit bonde · c3 vit springare · a2 vit bonde · b2 vit bonde · f2 vit bonde · g2 vit bonde · h2 vit bonde · a1 vit torn · c1 vit löpare · d1 vit drottning · e1 vit kung · f1 vit löpare · g1 vit springare · h1 vit torn | a8 svart torn · b8 svart springare · c8 svart löpare · d8 svart drottning · e8 svart kung · h8 svart torn · a7 svart bonde · b7 svart bonde · c7 svart bonde · d7 svart bonde · e7 svart bonde · f7 svart bonde · g7 svart löpare · h7 svart bonde · f6 svart springare · g6 svart bonde · c4 vit bonde · d4 vit bonde · e4 vit bonde · c3 vit springare · a2 vit bonde · b2 vit bonde · f2 vit bonde · g2 vit bonde · h2 vit bonde · a1 vit torn · c1 vit löpare · d1 vit drottning · e1 vit kung · f1 vit löpare · g1 vit springare · h1 vit torn | a8 svart torn · b8 svart springare · c8 svart löpare · d8 svart drottning · e8 svart kung · h8 svart torn · a7 svart bonde · b7 svart bonde · c7 svart bonde · d7 svart bonde · e7 svart bonde · f7 svart bonde · g7 svart löpare · h7 svart bonde · f6 svart springare · g6 svart bonde · c4 vit bonde · d4 vit bonde · e4 vit bonde · c3 vit springare · a2 vit bonde · b2 vit bonde · f2 vit bonde · g2 vit bonde · h2 vit bonde · a1 vit torn · c1 vit löpare · d1 vit drottning · e1 vit kung · f1 vit löpare · g1 vit springare · h1 vit torn | a8 svart torn · b8 svart springare · c8 svart löpare · d8 svart drottning · e8 svart kung · h8 svart torn · a7 svart bonde · b7 svart bonde · c7 svart bonde · d7 svart bonde · e7 svart bonde · f7 svart bonde · g7 svart löpare · h7 svart bonde · f6 svart springare · g6 svart bonde · c4 vit bonde · d4 vit bonde · e4 vit bonde · c3 vit springare · a2 vit bonde · b2 vit bonde · f2 vit bonde · g2 vit bonde · h2 vit bonde · a1 vit torn · c1 vit löpare · d1 vit drottning · e1 vit kung · f1 vit löpare · g1 vit springare · h1 vit torn | a8 svart torn · b8 svart springare · c8 svart löpare · d8 svart drottning · e8 svart kung · h8 svart torn · a7 svart bonde · b7 svart bonde · c7 svart bonde · d7 svart bonde · e7 svart bonde · f7 svart bonde · g7 svart löpare · h7 svart bonde · f6 svart springare · g6 svart bonde · c4 vit bonde · d4 vit bonde · e4 vit bonde · c3 vit springare · a2 vit bonde · b2 vit bonde · f2 vit bonde · g2 vit bonde · h2 vit bonde · a1 vit torn · c1 vit löpare · d1 vit drottning · e1 vit kung · f1 vit löpare · g1 vit springare · h1 vit torn | a8 svart torn · b8 svart springare · c8 svart löpare · d8 svart drottning · e8 svart kung · h8 svart torn · a7 svart bonde · b7 svart bonde · c7 svart bonde · d7 svart bonde · e7 svart bonde · f7 svart bonde · g7 svart löpare · h7 svart bonde · f6 svart springare · g6 svart bonde · c4 vit bonde · d4 vit bonde · e4 vit bonde · c3 vit springare · a2 vit bonde · b2 vit bonde · f2 vit bonde · g2 vit bonde · h2 vit bonde · a1 vit torn · c1 vit löpare · d1 vit drottning · e1 vit kung · f1 vit löpare · g1 vit springare · h1 vit torn | 2 |
| 1 | a8 svart torn · b8 svart springare · c8 svart löpare · d8 svart drottning · e8 svart kung · h8 svart torn · a7 svart bonde · b7 svart bonde · c7 svart bonde · d7 svart bonde · e7 svart bonde · f7 svart bonde · g7 svart löpare · h7 svart bonde · f6 svart springare · g6 svart bonde · c4 vit bonde · d4 vit bonde · e4 vit bonde · c3 vit springare · a2 vit bonde · b2 vit bonde · f2 vit bonde · g2 vit bonde · h2 vit bonde · a1 vit torn · c1 vit löpare · d1 vit drottning · e1 vit kung · f1 vit löpare · g1 vit springare · h1 vit torn | a8 svart torn · b8 svart springare · c8 svart löpare · d8 svart drottning · e8 svart kung · h8 svart torn · a7 svart bonde · b7 svart bonde · c7 svart bonde · d7 svart bonde · e7 svart bonde · f7 svart bonde · g7 svart löpare · h7 svart bonde · f6 svart springare · g6 svart bonde · c4 vit bonde · d4 vit bonde · e4 vit bonde · c3 vit springare · a2 vit bonde · b2 vit bonde · f2 vit bonde · g2 vit bonde · h2 vit bonde · a1 vit torn · c1 vit löpare · d1 vit drottning · e1 vit kung · f1 vit löpare · g1 vit springare · h1 vit torn | a8 svart torn · b8 svart springare · c8 svart löpare · d8 svart drottning · e8 svart kung · h8 svart torn · a7 svart bonde · b7 svart bonde · c7 svart bonde · d7 svart bonde · e7 svart bonde · f7 svart bonde · g7 svart löpare · h7 svart bonde · f6 svart springare · g6 svart bonde · c4 vit bonde · d4 vit bonde · e4 vit bonde · c3 vit springare · a2 vit bonde · b2 vit bonde · f2 vit bonde · g2 vit bonde · h2 vit bonde · a1 vit torn · c1 vit löpare · d1 vit drottning · e1 vit kung · f1 vit löpare · g1 vit springare · h1 vit torn | a8 svart torn · b8 svart springare · c8 svart löpare · d8 svart drottning · e8 svart kung · h8 svart torn · a7 svart bonde · b7 svart bonde · c7 svart bonde · d7 svart bonde · e7 svart bonde · f7 svart bonde · g7 svart löpare · h7 svart bonde · f6 svart springare · g6 svart bonde · c4 vit bonde · d4 vit bonde · e4 vit bonde · c3 vit springare · a2 vit bonde · b2 vit bonde · f2 vit bonde · g2 vit bonde · h2 vit bonde · a1 vit torn · c1 vit löpare · d1 vit drottning · e1 vit kung · f1 vit löpare · g1 vit springare · h1 vit torn | a8 svart torn · b8 svart springare · c8 svart löpare · d8 svart drottning · e8 svart kung · h8 svart torn · a7 svart bonde · b7 svart bonde · c7 svart bonde · d7 svart bonde · e7 svart bonde · f7 svart bonde · g7 svart löpare · h7 svart bonde · f6 svart springare · g6 svart bonde · c4 vit bonde · d4 vit bonde · e4 vit bonde · c3 vit springare · a2 vit bonde · b2 vit bonde · f2 vit bonde · g2 vit bonde · h2 vit bonde · a1 vit torn · c1 vit löpare · d1 vit drottning · e1 vit kung · f1 vit löpare · g1 vit springare · h1 vit torn | a8 svart torn · b8 svart springare · c8 svart löpare · d8 svart drottning · e8 svart kung · h8 svart torn · a7 svart bonde · b7 svart bonde · c7 svart bonde · d7 svart bonde · e7 svart bonde · f7 svart bonde · g7 svart löpare · h7 svart bonde · f6 svart springare · g6 svart bonde · c4 vit bonde · d4 vit bonde · e4 vit bonde · c3 vit springare · a2 vit bonde · b2 vit bonde · f2 vit bonde · g2 vit bonde · h2 vit bonde · a1 vit torn · c1 vit löpare · d1 vit drottning · e1 vit kung · f1 vit löpare · g1 vit springare · h1 vit torn | a8 svart torn · b8 svart springare · c8 svart löpare · d8 svart drottning · e8 svart kung · h8 svart torn · a7 svart bonde · b7 svart bonde · c7 svart bonde · d7 svart bonde · e7 svart bonde · f7 svart bonde · g7 svart löpare · h7 svart bonde · f6 svart springare · g6 svart bonde · c4 vit bonde · d4 vit bonde · e4 vit bonde · c3 vit springare · a2 vit bonde · b2 vit bonde · f2 vit bonde · g2 vit bonde · h2 vit bonde · a1 vit torn · c1 vit löpare · d1 vit drottning · e1 vit kung · f1 vit löpare · g1 vit springare · h1 vit torn | a8 svart torn · b8 svart springare · c8 svart löpare · d8 svart drottning · e8 svart kung · h8 svart torn · a7 svart bonde · b7 svart bonde · c7 svart bonde · d7 svart bonde · e7 svart bonde · f7 svart bonde · g7 svart löpare · h7 svart bonde · f6 svart springare · g6 svart bonde · c4 vit bonde · d4 vit bonde · e4 vit bonde · c3 vit springare · a2 vit bonde · b2 vit bonde · f2 vit bonde · g2 vit bonde · h2 vit bonde · a1 vit torn · c1 vit löpare · d1 vit drottning · e1 vit kung · f1 vit löpare · g1 vit springare · h1 vit torn | 1 |
|   | a | b | c | d | e | f | g | h |   |

E70 Kungsindiskt
1.d4 Sf6 2.c4 g6 3.Sc3 Lg7 4.e4
E71 Kungsindiskt, Makagonovsystemet (5.h3)
1.d4 Sf6 2.c4 g6 3.Sc3 Lg7 4.e4 d6 5.h3
E72 Kungsindiskt
1.d4 Sf6 2.c4 g6 3.Sc3 Lg7 4.e4 d6 5.g3
E73 Kungsindiskt
1.d4 Sf6 2.c4 g6 3.Sc3 Lg7 4.e4 d6 5.Le2
E74 Kungsindiskt, Averbachvarianten, 6...c5
1.d4 Sf6 2.c4 g6 3.Sc3 Lg7 4.e4 d6 5.Le2 0-0 6.Lg5 c5
E75 Kungsindiskt, Averbach, huvudvarianten
1.d4 Sf6 2.c4 g6 3.Sc3 Lg7 4.e4 d6 5.Le2 0-0 6.Lg5 c5 7.d5 e6
E76 Kungsindiskt, fyrbondevarianten
1.d4 Sf6 2.c4 g6 3.Sc3 Lg7 4.e4 d6 5.f4
E77 Kungsindiskt
1.d4 Sf6 2.c4 g6 3.Sc3 Lg7 4.e4 d6 5.f4 0-0 6.Le2
E78 Kungsindiskt, fyrbondevarianten, med Le2 och Sf3
1.d4 Sf6 2.c4 g6 3.Sc3 Lg7 4.e4 d6 5.f4 0-0 6.Le2 c5 7.Sf3
E79 Kungsindiskt, fyrbondevarianten, huvudvarianten
1.d4 Sf6 2.c4 g6 3.Sc3 Lg7 4.e4 d6 5.f4 0-0 6.Le2 c5 7.Sf3 cxd4 8.Sxd4 Sc6 9.Le3
|   | a | b | c | d | e | f | g | h |   |
| 8 | a8 svart torn · b8 svart springare · c8 svart löpare · d8 svart drottning · e8 svart kung · h8 svart torn · a7 svart bonde · b7 svart bonde · c7 svart bonde · e7 svart bonde · f7 svart bonde · g7 svart löpare · h7 svart bonde · d6 svart bonde · f6 svart springare · g6 svart bonde · c4 vit bonde · d4 vit bonde · e4 vit bonde · c3 vit springare · f3 vit bonde · a2 vit bonde · b2 vit bonde · g2 vit bonde · h2 vit bonde · a1 vit torn · c1 vit löpare · d1 vit drottning · e1 vit kung · f1 vit löpare · g1 vit springare · h1 vit torn | a8 svart torn · b8 svart springare · c8 svart löpare · d8 svart drottning · e8 svart kung · h8 svart torn · a7 svart bonde · b7 svart bonde · c7 svart bonde · e7 svart bonde · f7 svart bonde · g7 svart löpare · h7 svart bonde · d6 svart bonde · f6 svart springare · g6 svart bonde · c4 vit bonde · d4 vit bonde · e4 vit bonde · c3 vit springare · f3 vit bonde · a2 vit bonde · b2 vit bonde · g2 vit bonde · h2 vit bonde · a1 vit torn · c1 vit löpare · d1 vit drottning · e1 vit kung · f1 vit löpare · g1 vit springare · h1 vit torn | a8 svart torn · b8 svart springare · c8 svart löpare · d8 svart drottning · e8 svart kung · h8 svart torn · a7 svart bonde · b7 svart bonde · c7 svart bonde · e7 svart bonde · f7 svart bonde · g7 svart löpare · h7 svart bonde · d6 svart bonde · f6 svart springare · g6 svart bonde · c4 vit bonde · d4 vit bonde · e4 vit bonde · c3 vit springare · f3 vit bonde · a2 vit bonde · b2 vit bonde · g2 vit bonde · h2 vit bonde · a1 vit torn · c1 vit löpare · d1 vit drottning · e1 vit kung · f1 vit löpare · g1 vit springare · h1 vit torn | a8 svart torn · b8 svart springare · c8 svart löpare · d8 svart drottning · e8 svart kung · h8 svart torn · a7 svart bonde · b7 svart bonde · c7 svart bonde · e7 svart bonde · f7 svart bonde · g7 svart löpare · h7 svart bonde · d6 svart bonde · f6 svart springare · g6 svart bonde · c4 vit bonde · d4 vit bonde · e4 vit bonde · c3 vit springare · f3 vit bonde · a2 vit bonde · b2 vit bonde · g2 vit bonde · h2 vit bonde · a1 vit torn · c1 vit löpare · d1 vit drottning · e1 vit kung · f1 vit löpare · g1 vit springare · h1 vit torn | a8 svart torn · b8 svart springare · c8 svart löpare · d8 svart drottning · e8 svart kung · h8 svart torn · a7 svart bonde · b7 svart bonde · c7 svart bonde · e7 svart bonde · f7 svart bonde · g7 svart löpare · h7 svart bonde · d6 svart bonde · f6 svart springare · g6 svart bonde · c4 vit bonde · d4 vit bonde · e4 vit bonde · c3 vit springare · f3 vit bonde · a2 vit bonde · b2 vit bonde · g2 vit bonde · h2 vit bonde · a1 vit torn · c1 vit löpare · d1 vit drottning · e1 vit kung · f1 vit löpare · g1 vit springare · h1 vit torn | a8 svart torn · b8 svart springare · c8 svart löpare · d8 svart drottning · e8 svart kung · h8 svart torn · a7 svart bonde · b7 svart bonde · c7 svart bonde · e7 svart bonde · f7 svart bonde · g7 svart löpare · h7 svart bonde · d6 svart bonde · f6 svart springare · g6 svart bonde · c4 vit bonde · d4 vit bonde · e4 vit bonde · c3 vit springare · f3 vit bonde · a2 vit bonde · b2 vit bonde · g2 vit bonde · h2 vit bonde · a1 vit torn · c1 vit löpare · d1 vit drottning · e1 vit kung · f1 vit löpare · g1 vit springare · h1 vit torn | a8 svart torn · b8 svart springare · c8 svart löpare · d8 svart drottning · e8 svart kung · h8 svart torn · a7 svart bonde · b7 svart bonde · c7 svart bonde · e7 svart bonde · f7 svart bonde · g7 svart löpare · h7 svart bonde · d6 svart bonde · f6 svart springare · g6 svart bonde · c4 vit bonde · d4 vit bonde · e4 vit bonde · c3 vit springare · f3 vit bonde · a2 vit bonde · b2 vit bonde · g2 vit bonde · h2 vit bonde · a1 vit torn · c1 vit löpare · d1 vit drottning · e1 vit kung · f1 vit löpare · g1 vit springare · h1 vit torn | a8 svart torn · b8 svart springare · c8 svart löpare · d8 svart drottning · e8 svart kung · h8 svart torn · a7 svart bonde · b7 svart bonde · c7 svart bonde · e7 svart bonde · f7 svart bonde · g7 svart löpare · h7 svart bonde · d6 svart bonde · f6 svart springare · g6 svart bonde · c4 vit bonde · d4 vit bonde · e4 vit bonde · c3 vit springare · f3 vit bonde · a2 vit bonde · b2 vit bonde · g2 vit bonde · h2 vit bonde · a1 vit torn · c1 vit löpare · d1 vit drottning · e1 vit kung · f1 vit löpare · g1 vit springare · h1 vit torn | 8 |
| 7 | a8 svart torn · b8 svart springare · c8 svart löpare · d8 svart drottning · e8 svart kung · h8 svart torn · a7 svart bonde · b7 svart bonde · c7 svart bonde · e7 svart bonde · f7 svart bonde · g7 svart löpare · h7 svart bonde · d6 svart bonde · f6 svart springare · g6 svart bonde · c4 vit bonde · d4 vit bonde · e4 vit bonde · c3 vit springare · f3 vit bonde · a2 vit bonde · b2 vit bonde · g2 vit bonde · h2 vit bonde · a1 vit torn · c1 vit löpare · d1 vit drottning · e1 vit kung · f1 vit löpare · g1 vit springare · h1 vit torn | a8 svart torn · b8 svart springare · c8 svart löpare · d8 svart drottning · e8 svart kung · h8 svart torn · a7 svart bonde · b7 svart bonde · c7 svart bonde · e7 svart bonde · f7 svart bonde · g7 svart löpare · h7 svart bonde · d6 svart bonde · f6 svart springare · g6 svart bonde · c4 vit bonde · d4 vit bonde · e4 vit bonde · c3 vit springare · f3 vit bonde · a2 vit bonde · b2 vit bonde · g2 vit bonde · h2 vit bonde · a1 vit torn · c1 vit löpare · d1 vit drottning · e1 vit kung · f1 vit löpare · g1 vit springare · h1 vit torn | a8 svart torn · b8 svart springare · c8 svart löpare · d8 svart drottning · e8 svart kung · h8 svart torn · a7 svart bonde · b7 svart bonde · c7 svart bonde · e7 svart bonde · f7 svart bonde · g7 svart löpare · h7 svart bonde · d6 svart bonde · f6 svart springare · g6 svart bonde · c4 vit bonde · d4 vit bonde · e4 vit bonde · c3 vit springare · f3 vit bonde · a2 vit bonde · b2 vit bonde · g2 vit bonde · h2 vit bonde · a1 vit torn · c1 vit löpare · d1 vit drottning · e1 vit kung · f1 vit löpare · g1 vit springare · h1 vit torn | a8 svart torn · b8 svart springare · c8 svart löpare · d8 svart drottning · e8 svart kung · h8 svart torn · a7 svart bonde · b7 svart bonde · c7 svart bonde · e7 svart bonde · f7 svart bonde · g7 svart löpare · h7 svart bonde · d6 svart bonde · f6 svart springare · g6 svart bonde · c4 vit bonde · d4 vit bonde · e4 vit bonde · c3 vit springare · f3 vit bonde · a2 vit bonde · b2 vit bonde · g2 vit bonde · h2 vit bonde · a1 vit torn · c1 vit löpare · d1 vit drottning · e1 vit kung · f1 vit löpare · g1 vit springare · h1 vit torn | a8 svart torn · b8 svart springare · c8 svart löpare · d8 svart drottning · e8 svart kung · h8 svart torn · a7 svart bonde · b7 svart bonde · c7 svart bonde · e7 svart bonde · f7 svart bonde · g7 svart löpare · h7 svart bonde · d6 svart bonde · f6 svart springare · g6 svart bonde · c4 vit bonde · d4 vit bonde · e4 vit bonde · c3 vit springare · f3 vit bonde · a2 vit bonde · b2 vit bonde · g2 vit bonde · h2 vit bonde · a1 vit torn · c1 vit löpare · d1 vit drottning · e1 vit kung · f1 vit löpare · g1 vit springare · h1 vit torn | a8 svart torn · b8 svart springare · c8 svart löpare · d8 svart drottning · e8 svart kung · h8 svart torn · a7 svart bonde · b7 svart bonde · c7 svart bonde · e7 svart bonde · f7 svart bonde · g7 svart löpare · h7 svart bonde · d6 svart bonde · f6 svart springare · g6 svart bonde · c4 vit bonde · d4 vit bonde · e4 vit bonde · c3 vit springare · f3 vit bonde · a2 vit bonde · b2 vit bonde · g2 vit bonde · h2 vit bonde · a1 vit torn · c1 vit löpare · d1 vit drottning · e1 vit kung · f1 vit löpare · g1 vit springare · h1 vit torn | a8 svart torn · b8 svart springare · c8 svart löpare · d8 svart drottning · e8 svart kung · h8 svart torn · a7 svart bonde · b7 svart bonde · c7 svart bonde · e7 svart bonde · f7 svart bonde · g7 svart löpare · h7 svart bonde · d6 svart bonde · f6 svart springare · g6 svart bonde · c4 vit bonde · d4 vit bonde · e4 vit bonde · c3 vit springare · f3 vit bonde · a2 vit bonde · b2 vit bonde · g2 vit bonde · h2 vit bonde · a1 vit torn · c1 vit löpare · d1 vit drottning · e1 vit kung · f1 vit löpare · g1 vit springare · h1 vit torn | a8 svart torn · b8 svart springare · c8 svart löpare · d8 svart drottning · e8 svart kung · h8 svart torn · a7 svart bonde · b7 svart bonde · c7 svart bonde · e7 svart bonde · f7 svart bonde · g7 svart löpare · h7 svart bonde · d6 svart bonde · f6 svart springare · g6 svart bonde · c4 vit bonde · d4 vit bonde · e4 vit bonde · c3 vit springare · f3 vit bonde · a2 vit bonde · b2 vit bonde · g2 vit bonde · h2 vit bonde · a1 vit torn · c1 vit löpare · d1 vit drottning · e1 vit kung · f1 vit löpare · g1 vit springare · h1 vit torn | 7 |
| 6 | a8 svart torn · b8 svart springare · c8 svart löpare · d8 svart drottning · e8 svart kung · h8 svart torn · a7 svart bonde · b7 svart bonde · c7 svart bonde · e7 svart bonde · f7 svart bonde · g7 svart löpare · h7 svart bonde · d6 svart bonde · f6 svart springare · g6 svart bonde · c4 vit bonde · d4 vit bonde · e4 vit bonde · c3 vit springare · f3 vit bonde · a2 vit bonde · b2 vit bonde · g2 vit bonde · h2 vit bonde · a1 vit torn · c1 vit löpare · d1 vit drottning · e1 vit kung · f1 vit löpare · g1 vit springare · h1 vit torn | a8 svart torn · b8 svart springare · c8 svart löpare · d8 svart drottning · e8 svart kung · h8 svart torn · a7 svart bonde · b7 svart bonde · c7 svart bonde · e7 svart bonde · f7 svart bonde · g7 svart löpare · h7 svart bonde · d6 svart bonde · f6 svart springare · g6 svart bonde · c4 vit bonde · d4 vit bonde · e4 vit bonde · c3 vit springare · f3 vit bonde · a2 vit bonde · b2 vit bonde · g2 vit bonde · h2 vit bonde · a1 vit torn · c1 vit löpare · d1 vit drottning · e1 vit kung · f1 vit löpare · g1 vit springare · h1 vit torn | a8 svart torn · b8 svart springare · c8 svart löpare · d8 svart drottning · e8 svart kung · h8 svart torn · a7 svart bonde · b7 svart bonde · c7 svart bonde · e7 svart bonde · f7 svart bonde · g7 svart löpare · h7 svart bonde · d6 svart bonde · f6 svart springare · g6 svart bonde · c4 vit bonde · d4 vit bonde · e4 vit bonde · c3 vit springare · f3 vit bonde · a2 vit bonde · b2 vit bonde · g2 vit bonde · h2 vit bonde · a1 vit torn · c1 vit löpare · d1 vit drottning · e1 vit kung · f1 vit löpare · g1 vit springare · h1 vit torn | a8 svart torn · b8 svart springare · c8 svart löpare · d8 svart drottning · e8 svart kung · h8 svart torn · a7 svart bonde · b7 svart bonde · c7 svart bonde · e7 svart bonde · f7 svart bonde · g7 svart löpare · h7 svart bonde · d6 svart bonde · f6 svart springare · g6 svart bonde · c4 vit bonde · d4 vit bonde · e4 vit bonde · c3 vit springare · f3 vit bonde · a2 vit bonde · b2 vit bonde · g2 vit bonde · h2 vit bonde · a1 vit torn · c1 vit löpare · d1 vit drottning · e1 vit kung · f1 vit löpare · g1 vit springare · h1 vit torn | a8 svart torn · b8 svart springare · c8 svart löpare · d8 svart drottning · e8 svart kung · h8 svart torn · a7 svart bonde · b7 svart bonde · c7 svart bonde · e7 svart bonde · f7 svart bonde · g7 svart löpare · h7 svart bonde · d6 svart bonde · f6 svart springare · g6 svart bonde · c4 vit bonde · d4 vit bonde · e4 vit bonde · c3 vit springare · f3 vit bonde · a2 vit bonde · b2 vit bonde · g2 vit bonde · h2 vit bonde · a1 vit torn · c1 vit löpare · d1 vit drottning · e1 vit kung · f1 vit löpare · g1 vit springare · h1 vit torn | a8 svart torn · b8 svart springare · c8 svart löpare · d8 svart drottning · e8 svart kung · h8 svart torn · a7 svart bonde · b7 svart bonde · c7 svart bonde · e7 svart bonde · f7 svart bonde · g7 svart löpare · h7 svart bonde · d6 svart bonde · f6 svart springare · g6 svart bonde · c4 vit bonde · d4 vit bonde · e4 vit bonde · c3 vit springare · f3 vit bonde · a2 vit bonde · b2 vit bonde · g2 vit bonde · h2 vit bonde · a1 vit torn · c1 vit löpare · d1 vit drottning · e1 vit kung · f1 vit löpare · g1 vit springare · h1 vit torn | a8 svart torn · b8 svart springare · c8 svart löpare · d8 svart drottning · e8 svart kung · h8 svart torn · a7 svart bonde · b7 svart bonde · c7 svart bonde · e7 svart bonde · f7 svart bonde · g7 svart löpare · h7 svart bonde · d6 svart bonde · f6 svart springare · g6 svart bonde · c4 vit bonde · d4 vit bonde · e4 vit bonde · c3 vit springare · f3 vit bonde · a2 vit bonde · b2 vit bonde · g2 vit bonde · h2 vit bonde · a1 vit torn · c1 vit löpare · d1 vit drottning · e1 vit kung · f1 vit löpare · g1 vit springare · h1 vit torn | a8 svart torn · b8 svart springare · c8 svart löpare · d8 svart drottning · e8 svart kung · h8 svart torn · a7 svart bonde · b7 svart bonde · c7 svart bonde · e7 svart bonde · f7 svart bonde · g7 svart löpare · h7 svart bonde · d6 svart bonde · f6 svart springare · g6 svart bonde · c4 vit bonde · d4 vit bonde · e4 vit bonde · c3 vit springare · f3 vit bonde · a2 vit bonde · b2 vit bonde · g2 vit bonde · h2 vit bonde · a1 vit torn · c1 vit löpare · d1 vit drottning · e1 vit kung · f1 vit löpare · g1 vit springare · h1 vit torn | 6 |
| 5 | a8 svart torn · b8 svart springare · c8 svart löpare · d8 svart drottning · e8 svart kung · h8 svart torn · a7 svart bonde · b7 svart bonde · c7 svart bonde · e7 svart bonde · f7 svart bonde · g7 svart löpare · h7 svart bonde · d6 svart bonde · f6 svart springare · g6 svart bonde · c4 vit bonde · d4 vit bonde · e4 vit bonde · c3 vit springare · f3 vit bonde · a2 vit bonde · b2 vit bonde · g2 vit bonde · h2 vit bonde · a1 vit torn · c1 vit löpare · d1 vit drottning · e1 vit kung · f1 vit löpare · g1 vit springare · h1 vit torn | a8 svart torn · b8 svart springare · c8 svart löpare · d8 svart drottning · e8 svart kung · h8 svart torn · a7 svart bonde · b7 svart bonde · c7 svart bonde · e7 svart bonde · f7 svart bonde · g7 svart löpare · h7 svart bonde · d6 svart bonde · f6 svart springare · g6 svart bonde · c4 vit bonde · d4 vit bonde · e4 vit bonde · c3 vit springare · f3 vit bonde · a2 vit bonde · b2 vit bonde · g2 vit bonde · h2 vit bonde · a1 vit torn · c1 vit löpare · d1 vit drottning · e1 vit kung · f1 vit löpare · g1 vit springare · h1 vit torn | a8 svart torn · b8 svart springare · c8 svart löpare · d8 svart drottning · e8 svart kung · h8 svart torn · a7 svart bonde · b7 svart bonde · c7 svart bonde · e7 svart bonde · f7 svart bonde · g7 svart löpare · h7 svart bonde · d6 svart bonde · f6 svart springare · g6 svart bonde · c4 vit bonde · d4 vit bonde · e4 vit bonde · c3 vit springare · f3 vit bonde · a2 vit bonde · b2 vit bonde · g2 vit bonde · h2 vit bonde · a1 vit torn · c1 vit löpare · d1 vit drottning · e1 vit kung · f1 vit löpare · g1 vit springare · h1 vit torn | a8 svart torn · b8 svart springare · c8 svart löpare · d8 svart drottning · e8 svart kung · h8 svart torn · a7 svart bonde · b7 svart bonde · c7 svart bonde · e7 svart bonde · f7 svart bonde · g7 svart löpare · h7 svart bonde · d6 svart bonde · f6 svart springare · g6 svart bonde · c4 vit bonde · d4 vit bonde · e4 vit bonde · c3 vit springare · f3 vit bonde · a2 vit bonde · b2 vit bonde · g2 vit bonde · h2 vit bonde · a1 vit torn · c1 vit löpare · d1 vit drottning · e1 vit kung · f1 vit löpare · g1 vit springare · h1 vit torn | a8 svart torn · b8 svart springare · c8 svart löpare · d8 svart drottning · e8 svart kung · h8 svart torn · a7 svart bonde · b7 svart bonde · c7 svart bonde · e7 svart bonde · f7 svart bonde · g7 svart löpare · h7 svart bonde · d6 svart bonde · f6 svart springare · g6 svart bonde · c4 vit bonde · d4 vit bonde · e4 vit bonde · c3 vit springare · f3 vit bonde · a2 vit bonde · b2 vit bonde · g2 vit bonde · h2 vit bonde · a1 vit torn · c1 vit löpare · d1 vit drottning · e1 vit kung · f1 vit löpare · g1 vit springare · h1 vit torn | a8 svart torn · b8 svart springare · c8 svart löpare · d8 svart drottning · e8 svart kung · h8 svart torn · a7 svart bonde · b7 svart bonde · c7 svart bonde · e7 svart bonde · f7 svart bonde · g7 svart löpare · h7 svart bonde · d6 svart bonde · f6 svart springare · g6 svart bonde · c4 vit bonde · d4 vit bonde · e4 vit bonde · c3 vit springare · f3 vit bonde · a2 vit bonde · b2 vit bonde · g2 vit bonde · h2 vit bonde · a1 vit torn · c1 vit löpare · d1 vit drottning · e1 vit kung · f1 vit löpare · g1 vit springare · h1 vit torn | a8 svart torn · b8 svart springare · c8 svart löpare · d8 svart drottning · e8 svart kung · h8 svart torn · a7 svart bonde · b7 svart bonde · c7 svart bonde · e7 svart bonde · f7 svart bonde · g7 svart löpare · h7 svart bonde · d6 svart bonde · f6 svart springare · g6 svart bonde · c4 vit bonde · d4 vit bonde · e4 vit bonde · c3 vit springare · f3 vit bonde · a2 vit bonde · b2 vit bonde · g2 vit bonde · h2 vit bonde · a1 vit torn · c1 vit löpare · d1 vit drottning · e1 vit kung · f1 vit löpare · g1 vit springare · h1 vit torn | a8 svart torn · b8 svart springare · c8 svart löpare · d8 svart drottning · e8 svart kung · h8 svart torn · a7 svart bonde · b7 svart bonde · c7 svart bonde · e7 svart bonde · f7 svart bonde · g7 svart löpare · h7 svart bonde · d6 svart bonde · f6 svart springare · g6 svart bonde · c4 vit bonde · d4 vit bonde · e4 vit bonde · c3 vit springare · f3 vit bonde · a2 vit bonde · b2 vit bonde · g2 vit bonde · h2 vit bonde · a1 vit torn · c1 vit löpare · d1 vit drottning · e1 vit kung · f1 vit löpare · g1 vit springare · h1 vit torn | 5 |
| 4 | a8 svart torn · b8 svart springare · c8 svart löpare · d8 svart drottning · e8 svart kung · h8 svart torn · a7 svart bonde · b7 svart bonde · c7 svart bonde · e7 svart bonde · f7 svart bonde · g7 svart löpare · h7 svart bonde · d6 svart bonde · f6 svart springare · g6 svart bonde · c4 vit bonde · d4 vit bonde · e4 vit bonde · c3 vit springare · f3 vit bonde · a2 vit bonde · b2 vit bonde · g2 vit bonde · h2 vit bonde · a1 vit torn · c1 vit löpare · d1 vit drottning · e1 vit kung · f1 vit löpare · g1 vit springare · h1 vit torn | a8 svart torn · b8 svart springare · c8 svart löpare · d8 svart drottning · e8 svart kung · h8 svart torn · a7 svart bonde · b7 svart bonde · c7 svart bonde · e7 svart bonde · f7 svart bonde · g7 svart löpare · h7 svart bonde · d6 svart bonde · f6 svart springare · g6 svart bonde · c4 vit bonde · d4 vit bonde · e4 vit bonde · c3 vit springare · f3 vit bonde · a2 vit bonde · b2 vit bonde · g2 vit bonde · h2 vit bonde · a1 vit torn · c1 vit löpare · d1 vit drottning · e1 vit kung · f1 vit löpare · g1 vit springare · h1 vit torn | a8 svart torn · b8 svart springare · c8 svart löpare · d8 svart drottning · e8 svart kung · h8 svart torn · a7 svart bonde · b7 svart bonde · c7 svart bonde · e7 svart bonde · f7 svart bonde · g7 svart löpare · h7 svart bonde · d6 svart bonde · f6 svart springare · g6 svart bonde · c4 vit bonde · d4 vit bonde · e4 vit bonde · c3 vit springare · f3 vit bonde · a2 vit bonde · b2 vit bonde · g2 vit bonde · h2 vit bonde · a1 vit torn · c1 vit löpare · d1 vit drottning · e1 vit kung · f1 vit löpare · g1 vit springare · h1 vit torn | a8 svart torn · b8 svart springare · c8 svart löpare · d8 svart drottning · e8 svart kung · h8 svart torn · a7 svart bonde · b7 svart bonde · c7 svart bonde · e7 svart bonde · f7 svart bonde · g7 svart löpare · h7 svart bonde · d6 svart bonde · f6 svart springare · g6 svart bonde · c4 vit bonde · d4 vit bonde · e4 vit bonde · c3 vit springare · f3 vit bonde · a2 vit bonde · b2 vit bonde · g2 vit bonde · h2 vit bonde · a1 vit torn · c1 vit löpare · d1 vit drottning · e1 vit kung · f1 vit löpare · g1 vit springare · h1 vit torn | a8 svart torn · b8 svart springare · c8 svart löpare · d8 svart drottning · e8 svart kung · h8 svart torn · a7 svart bonde · b7 svart bonde · c7 svart bonde · e7 svart bonde · f7 svart bonde · g7 svart löpare · h7 svart bonde · d6 svart bonde · f6 svart springare · g6 svart bonde · c4 vit bonde · d4 vit bonde · e4 vit bonde · c3 vit springare · f3 vit bonde · a2 vit bonde · b2 vit bonde · g2 vit bonde · h2 vit bonde · a1 vit torn · c1 vit löpare · d1 vit drottning · e1 vit kung · f1 vit löpare · g1 vit springare · h1 vit torn | a8 svart torn · b8 svart springare · c8 svart löpare · d8 svart drottning · e8 svart kung · h8 svart torn · a7 svart bonde · b7 svart bonde · c7 svart bonde · e7 svart bonde · f7 svart bonde · g7 svart löpare · h7 svart bonde · d6 svart bonde · f6 svart springare · g6 svart bonde · c4 vit bonde · d4 vit bonde · e4 vit bonde · c3 vit springare · f3 vit bonde · a2 vit bonde · b2 vit bonde · g2 vit bonde · h2 vit bonde · a1 vit torn · c1 vit löpare · d1 vit drottning · e1 vit kung · f1 vit löpare · g1 vit springare · h1 vit torn | a8 svart torn · b8 svart springare · c8 svart löpare · d8 svart drottning · e8 svart kung · h8 svart torn · a7 svart bonde · b7 svart bonde · c7 svart bonde · e7 svart bonde · f7 svart bonde · g7 svart löpare · h7 svart bonde · d6 svart bonde · f6 svart springare · g6 svart bonde · c4 vit bonde · d4 vit bonde · e4 vit bonde · c3 vit springare · f3 vit bonde · a2 vit bonde · b2 vit bonde · g2 vit bonde · h2 vit bonde · a1 vit torn · c1 vit löpare · d1 vit drottning · e1 vit kung · f1 vit löpare · g1 vit springare · h1 vit torn | a8 svart torn · b8 svart springare · c8 svart löpare · d8 svart drottning · e8 svart kung · h8 svart torn · a7 svart bonde · b7 svart bonde · c7 svart bonde · e7 svart bonde · f7 svart bonde · g7 svart löpare · h7 svart bonde · d6 svart bonde · f6 svart springare · g6 svart bonde · c4 vit bonde · d4 vit bonde · e4 vit bonde · c3 vit springare · f3 vit bonde · a2 vit bonde · b2 vit bonde · g2 vit bonde · h2 vit bonde · a1 vit torn · c1 vit löpare · d1 vit drottning · e1 vit kung · f1 vit löpare · g1 vit springare · h1 vit torn | 4 |
| 3 | a8 svart torn · b8 svart springare · c8 svart löpare · d8 svart drottning · e8 svart kung · h8 svart torn · a7 svart bonde · b7 svart bonde · c7 svart bonde · e7 svart bonde · f7 svart bonde · g7 svart löpare · h7 svart bonde · d6 svart bonde · f6 svart springare · g6 svart bonde · c4 vit bonde · d4 vit bonde · e4 vit bonde · c3 vit springare · f3 vit bonde · a2 vit bonde · b2 vit bonde · g2 vit bonde · h2 vit bonde · a1 vit torn · c1 vit löpare · d1 vit drottning · e1 vit kung · f1 vit löpare · g1 vit springare · h1 vit torn | a8 svart torn · b8 svart springare · c8 svart löpare · d8 svart drottning · e8 svart kung · h8 svart torn · a7 svart bonde · b7 svart bonde · c7 svart bonde · e7 svart bonde · f7 svart bonde · g7 svart löpare · h7 svart bonde · d6 svart bonde · f6 svart springare · g6 svart bonde · c4 vit bonde · d4 vit bonde · e4 vit bonde · c3 vit springare · f3 vit bonde · a2 vit bonde · b2 vit bonde · g2 vit bonde · h2 vit bonde · a1 vit torn · c1 vit löpare · d1 vit drottning · e1 vit kung · f1 vit löpare · g1 vit springare · h1 vit torn | a8 svart torn · b8 svart springare · c8 svart löpare · d8 svart drottning · e8 svart kung · h8 svart torn · a7 svart bonde · b7 svart bonde · c7 svart bonde · e7 svart bonde · f7 svart bonde · g7 svart löpare · h7 svart bonde · d6 svart bonde · f6 svart springare · g6 svart bonde · c4 vit bonde · d4 vit bonde · e4 vit bonde · c3 vit springare · f3 vit bonde · a2 vit bonde · b2 vit bonde · g2 vit bonde · h2 vit bonde · a1 vit torn · c1 vit löpare · d1 vit drottning · e1 vit kung · f1 vit löpare · g1 vit springare · h1 vit torn | a8 svart torn · b8 svart springare · c8 svart löpare · d8 svart drottning · e8 svart kung · h8 svart torn · a7 svart bonde · b7 svart bonde · c7 svart bonde · e7 svart bonde · f7 svart bonde · g7 svart löpare · h7 svart bonde · d6 svart bonde · f6 svart springare · g6 svart bonde · c4 vit bonde · d4 vit bonde · e4 vit bonde · c3 vit springare · f3 vit bonde · a2 vit bonde · b2 vit bonde · g2 vit bonde · h2 vit bonde · a1 vit torn · c1 vit löpare · d1 vit drottning · e1 vit kung · f1 vit löpare · g1 vit springare · h1 vit torn | a8 svart torn · b8 svart springare · c8 svart löpare · d8 svart drottning · e8 svart kung · h8 svart torn · a7 svart bonde · b7 svart bonde · c7 svart bonde · e7 svart bonde · f7 svart bonde · g7 svart löpare · h7 svart bonde · d6 svart bonde · f6 svart springare · g6 svart bonde · c4 vit bonde · d4 vit bonde · e4 vit bonde · c3 vit springare · f3 vit bonde · a2 vit bonde · b2 vit bonde · g2 vit bonde · h2 vit bonde · a1 vit torn · c1 vit löpare · d1 vit drottning · e1 vit kung · f1 vit löpare · g1 vit springare · h1 vit torn | a8 svart torn · b8 svart springare · c8 svart löpare · d8 svart drottning · e8 svart kung · h8 svart torn · a7 svart bonde · b7 svart bonde · c7 svart bonde · e7 svart bonde · f7 svart bonde · g7 svart löpare · h7 svart bonde · d6 svart bonde · f6 svart springare · g6 svart bonde · c4 vit bonde · d4 vit bonde · e4 vit bonde · c3 vit springare · f3 vit bonde · a2 vit bonde · b2 vit bonde · g2 vit bonde · h2 vit bonde · a1 vit torn · c1 vit löpare · d1 vit drottning · e1 vit kung · f1 vit löpare · g1 vit springare · h1 vit torn | a8 svart torn · b8 svart springare · c8 svart löpare · d8 svart drottning · e8 svart kung · h8 svart torn · a7 svart bonde · b7 svart bonde · c7 svart bonde · e7 svart bonde · f7 svart bonde · g7 svart löpare · h7 svart bonde · d6 svart bonde · f6 svart springare · g6 svart bonde · c4 vit bonde · d4 vit bonde · e4 vit bonde · c3 vit springare · f3 vit bonde · a2 vit bonde · b2 vit bonde · g2 vit bonde · h2 vit bonde · a1 vit torn · c1 vit löpare · d1 vit drottning · e1 vit kung · f1 vit löpare · g1 vit springare · h1 vit torn | a8 svart torn · b8 svart springare · c8 svart löpare · d8 svart drottning · e8 svart kung · h8 svart torn · a7 svart bonde · b7 svart bonde · c7 svart bonde · e7 svart bonde · f7 svart bonde · g7 svart löpare · h7 svart bonde · d6 svart bonde · f6 svart springare · g6 svart bonde · c4 vit bonde · d4 vit bonde · e4 vit bonde · c3 vit springare · f3 vit bonde · a2 vit bonde · b2 vit bonde · g2 vit bonde · h2 vit bonde · a1 vit torn · c1 vit löpare · d1 vit drottning · e1 vit kung · f1 vit löpare · g1 vit springare · h1 vit torn | 3 |
| 2 | a8 svart torn · b8 svart springare · c8 svart löpare · d8 svart drottning · e8 svart kung · h8 svart torn · a7 svart bonde · b7 svart bonde · c7 svart bonde · e7 svart bonde · f7 svart bonde · g7 svart löpare · h7 svart bonde · d6 svart bonde · f6 svart springare · g6 svart bonde · c4 vit bonde · d4 vit bonde · e4 vit bonde · c3 vit springare · f3 vit bonde · a2 vit bonde · b2 vit bonde · g2 vit bonde · h2 vit bonde · a1 vit torn · c1 vit löpare · d1 vit drottning · e1 vit kung · f1 vit löpare · g1 vit springare · h1 vit torn | a8 svart torn · b8 svart springare · c8 svart löpare · d8 svart drottning · e8 svart kung · h8 svart torn · a7 svart bonde · b7 svart bonde · c7 svart bonde · e7 svart bonde · f7 svart bonde · g7 svart löpare · h7 svart bonde · d6 svart bonde · f6 svart springare · g6 svart bonde · c4 vit bonde · d4 vit bonde · e4 vit bonde · c3 vit springare · f3 vit bonde · a2 vit bonde · b2 vit bonde · g2 vit bonde · h2 vit bonde · a1 vit torn · c1 vit löpare · d1 vit drottning · e1 vit kung · f1 vit löpare · g1 vit springare · h1 vit torn | a8 svart torn · b8 svart springare · c8 svart löpare · d8 svart drottning · e8 svart kung · h8 svart torn · a7 svart bonde · b7 svart bonde · c7 svart bonde · e7 svart bonde · f7 svart bonde · g7 svart löpare · h7 svart bonde · d6 svart bonde · f6 svart springare · g6 svart bonde · c4 vit bonde · d4 vit bonde · e4 vit bonde · c3 vit springare · f3 vit bonde · a2 vit bonde · b2 vit bonde · g2 vit bonde · h2 vit bonde · a1 vit torn · c1 vit löpare · d1 vit drottning · e1 vit kung · f1 vit löpare · g1 vit springare · h1 vit torn | a8 svart torn · b8 svart springare · c8 svart löpare · d8 svart drottning · e8 svart kung · h8 svart torn · a7 svart bonde · b7 svart bonde · c7 svart bonde · e7 svart bonde · f7 svart bonde · g7 svart löpare · h7 svart bonde · d6 svart bonde · f6 svart springare · g6 svart bonde · c4 vit bonde · d4 vit bonde · e4 vit bonde · c3 vit springare · f3 vit bonde · a2 vit bonde · b2 vit bonde · g2 vit bonde · h2 vit bonde · a1 vit torn · c1 vit löpare · d1 vit drottning · e1 vit kung · f1 vit löpare · g1 vit springare · h1 vit torn | a8 svart torn · b8 svart springare · c8 svart löpare · d8 svart drottning · e8 svart kung · h8 svart torn · a7 svart bonde · b7 svart bonde · c7 svart bonde · e7 svart bonde · f7 svart bonde · g7 svart löpare · h7 svart bonde · d6 svart bonde · f6 svart springare · g6 svart bonde · c4 vit bonde · d4 vit bonde · e4 vit bonde · c3 vit springare · f3 vit bonde · a2 vit bonde · b2 vit bonde · g2 vit bonde · h2 vit bonde · a1 vit torn · c1 vit löpare · d1 vit drottning · e1 vit kung · f1 vit löpare · g1 vit springare · h1 vit torn | a8 svart torn · b8 svart springare · c8 svart löpare · d8 svart drottning · e8 svart kung · h8 svart torn · a7 svart bonde · b7 svart bonde · c7 svart bonde · e7 svart bonde · f7 svart bonde · g7 svart löpare · h7 svart bonde · d6 svart bonde · f6 svart springare · g6 svart bonde · c4 vit bonde · d4 vit bonde · e4 vit bonde · c3 vit springare · f3 vit bonde · a2 vit bonde · b2 vit bonde · g2 vit bonde · h2 vit bonde · a1 vit torn · c1 vit löpare · d1 vit drottning · e1 vit kung · f1 vit löpare · g1 vit springare · h1 vit torn | a8 svart torn · b8 svart springare · c8 svart löpare · d8 svart drottning · e8 svart kung · h8 svart torn · a7 svart bonde · b7 svart bonde · c7 svart bonde · e7 svart bonde · f7 svart bonde · g7 svart löpare · h7 svart bonde · d6 svart bonde · f6 svart springare · g6 svart bonde · c4 vit bonde · d4 vit bonde · e4 vit bonde · c3 vit springare · f3 vit bonde · a2 vit bonde · b2 vit bonde · g2 vit bonde · h2 vit bonde · a1 vit torn · c1 vit löpare · d1 vit drottning · e1 vit kung · f1 vit löpare · g1 vit springare · h1 vit torn | a8 svart torn · b8 svart springare · c8 svart löpare · d8 svart drottning · e8 svart kung · h8 svart torn · a7 svart bonde · b7 svart bonde · c7 svart bonde · e7 svart bonde · f7 svart bonde · g7 svart löpare · h7 svart bonde · d6 svart bonde · f6 svart springare · g6 svart bonde · c4 vit bonde · d4 vit bonde · e4 vit bonde · c3 vit springare · f3 vit bonde · a2 vit bonde · b2 vit bonde · g2 vit bonde · h2 vit bonde · a1 vit torn · c1 vit löpare · d1 vit drottning · e1 vit kung · f1 vit löpare · g1 vit springare · h1 vit torn | 2 |
| 1 | a8 svart torn · b8 svart springare · c8 svart löpare · d8 svart drottning · e8 svart kung · h8 svart torn · a7 svart bonde · b7 svart bonde · c7 svart bonde · e7 svart bonde · f7 svart bonde · g7 svart löpare · h7 svart bonde · d6 svart bonde · f6 svart springare · g6 svart bonde · c4 vit bonde · d4 vit bonde · e4 vit bonde · c3 vit springare · f3 vit bonde · a2 vit bonde · b2 vit bonde · g2 vit bonde · h2 vit bonde · a1 vit torn · c1 vit löpare · d1 vit drottning · e1 vit kung · f1 vit löpare · g1 vit springare · h1 vit torn | a8 svart torn · b8 svart springare · c8 svart löpare · d8 svart drottning · e8 svart kung · h8 svart torn · a7 svart bonde · b7 svart bonde · c7 svart bonde · e7 svart bonde · f7 svart bonde · g7 svart löpare · h7 svart bonde · d6 svart bonde · f6 svart springare · g6 svart bonde · c4 vit bonde · d4 vit bonde · e4 vit bonde · c3 vit springare · f3 vit bonde · a2 vit bonde · b2 vit bonde · g2 vit bonde · h2 vit bonde · a1 vit torn · c1 vit löpare · d1 vit drottning · e1 vit kung · f1 vit löpare · g1 vit springare · h1 vit torn | a8 svart torn · b8 svart springare · c8 svart löpare · d8 svart drottning · e8 svart kung · h8 svart torn · a7 svart bonde · b7 svart bonde · c7 svart bonde · e7 svart bonde · f7 svart bonde · g7 svart löpare · h7 svart bonde · d6 svart bonde · f6 svart springare · g6 svart bonde · c4 vit bonde · d4 vit bonde · e4 vit bonde · c3 vit springare · f3 vit bonde · a2 vit bonde · b2 vit bonde · g2 vit bonde · h2 vit bonde · a1 vit torn · c1 vit löpare · d1 vit drottning · e1 vit kung · f1 vit löpare · g1 vit springare · h1 vit torn | a8 svart torn · b8 svart springare · c8 svart löpare · d8 svart drottning · e8 svart kung · h8 svart torn · a7 svart bonde · b7 svart bonde · c7 svart bonde · e7 svart bonde · f7 svart bonde · g7 svart löpare · h7 svart bonde · d6 svart bonde · f6 svart springare · g6 svart bonde · c4 vit bonde · d4 vit bonde · e4 vit bonde · c3 vit springare · f3 vit bonde · a2 vit bonde · b2 vit bonde · g2 vit bonde · h2 vit bonde · a1 vit torn · c1 vit löpare · d1 vit drottning · e1 vit kung · f1 vit löpare · g1 vit springare · h1 vit torn | a8 svart torn · b8 svart springare · c8 svart löpare · d8 svart drottning · e8 svart kung · h8 svart torn · a7 svart bonde · b7 svart bonde · c7 svart bonde · e7 svart bonde · f7 svart bonde · g7 svart löpare · h7 svart bonde · d6 svart bonde · f6 svart springare · g6 svart bonde · c4 vit bonde · d4 vit bonde · e4 vit bonde · c3 vit springare · f3 vit bonde · a2 vit bonde · b2 vit bonde · g2 vit bonde · h2 vit bonde · a1 vit torn · c1 vit löpare · d1 vit drottning · e1 vit kung · f1 vit löpare · g1 vit springare · h1 vit torn | a8 svart torn · b8 svart springare · c8 svart löpare · d8 svart drottning · e8 svart kung · h8 svart torn · a7 svart bonde · b7 svart bonde · c7 svart bonde · e7 svart bonde · f7 svart bonde · g7 svart löpare · h7 svart bonde · d6 svart bonde · f6 svart springare · g6 svart bonde · c4 vit bonde · d4 vit bonde · e4 vit bonde · c3 vit springare · f3 vit bonde · a2 vit bonde · b2 vit bonde · g2 vit bonde · h2 vit bonde · a1 vit torn · c1 vit löpare · d1 vit drottning · e1 vit kung · f1 vit löpare · g1 vit springare · h1 vit torn | a8 svart torn · b8 svart springare · c8 svart löpare · d8 svart drottning · e8 svart kung · h8 svart torn · a7 svart bonde · b7 svart bonde · c7 svart bonde · e7 svart bonde · f7 svart bonde · g7 svart löpare · h7 svart bonde · d6 svart bonde · f6 svart springare · g6 svart bonde · c4 vit bonde · d4 vit bonde · e4 vit bonde · c3 vit springare · f3 vit bonde · a2 vit bonde · b2 vit bonde · g2 vit bonde · h2 vit bonde · a1 vit torn · c1 vit löpare · d1 vit drottning · e1 vit kung · f1 vit löpare · g1 vit springare · h1 vit torn | a8 svart torn · b8 svart springare · c8 svart löpare · d8 svart drottning · e8 svart kung · h8 svart torn · a7 svart bonde · b7 svart bonde · c7 svart bonde · e7 svart bonde · f7 svart bonde · g7 svart löpare · h7 svart bonde · d6 svart bonde · f6 svart springare · g6 svart bonde · c4 vit bonde · d4 vit bonde · e4 vit bonde · c3 vit springare · f3 vit bonde · a2 vit bonde · b2 vit bonde · g2 vit bonde · h2 vit bonde · a1 vit torn · c1 vit löpare · d1 vit drottning · e1 vit kung · f1 vit löpare · g1 vit springare · h1 vit torn | 1 |
|   | a | b | c | d | e | f | g | h |   |

E80 Kungsindiskt, Sämischvarianten
1.d4 Sf6 2.c4 g6 3.Sc3 Lg7 4.e4 d6 5.f3
E81 Kungsindiskt, Sämisch
1.d4 Sf6 2.c4 g6 3.Sc3 Lg7 4.e4 d6 5.f3 0-0
E82 Kungsindiskt, Sämisch, dubbelfianchettovarianten
1.d4 Sf6 2.c4 g6 3.Sc3 Lg7 4.e4 d6 5.f3 0-0 6.Le3 b6
E83 Kungsindiskt, Sämisch
1.d4 Sf6 2.c4 g6 3.Sc3 Lg7 4.e4 d6 5.f3 0-0 6.Le3 Sc6
E84 Kungsindiskt, Sämisch, Pannovarianten, huvudvarianten
1.d4 Sf6 2.c4 g6 3.Sc3 Lg7 4.e4 d6 5.f3 0-0 6.Le3 Sc6 7.Sge2 a6 8.Dd2 Tb8
E85 Kungsindiskt, Sämisch, ortodoxa varianten
1.d4 Sf6 2.c4 g6 3.Sc3 Lg7 4.e4 d6 5.f3 0-0 6.Le3 e5
E86 Kungsindiskt, Sämisch, ortodoxa, 7.Sge2 c6
1.d4 Sf6 2.c4 g6 3.Sc3 Lg7 4.e4 d6 5.f3 0-0 6.Le3 e5 7.Sge2 c6
E87 Kungsindiskt, Sämisch, ortodoxa
1.d4 Sf6 2.c4 g6 3.Sc3 Lg7 4.e4 d6 5.f3 0-0 6.Le3 e5 7.d5
E88 Kungsindiskt, Sämisch, ortodoxa, 7.d5 c6
1.d4 Sf6 2.c4 g6 3.Sc3 Lg7 4.e4 d6 5.f3 0-0 6.Le3 e5 7.d5 c6
E89 Kungsindiskt, Sämisch, ortodoxa huvudvarianten
1.d4 Sf6 2.c4 g6 3.Sc3 Lg7 4.e4 d6 5.f3 0-0 6.Le3 e5 7.d5 c6 8.Sge2 cxd5
|   | a | b | c | d | e | f | g | h |   |
| 8 | a8 svart torn · b8 svart springare · c8 svart löpare · d8 svart drottning · e8 svart kung · h8 svart torn · a7 svart bonde · b7 svart bonde · c7 svart bonde · e7 svart bonde · f7 svart bonde · g7 svart löpare · h7 svart bonde · d6 svart bonde · f6 svart springare · g6 svart bonde · c4 vit bonde · d4 vit bonde · e4 vit bonde · c3 vit springare · f3 vit springare · a2 vit bonde · b2 vit bonde · f2 vit bonde · g2 vit bonde · h2 vit bonde · a1 vit torn · c1 vit löpare · d1 vit drottning · e1 vit kung · f1 vit löpare · h1 vit torn | a8 svart torn · b8 svart springare · c8 svart löpare · d8 svart drottning · e8 svart kung · h8 svart torn · a7 svart bonde · b7 svart bonde · c7 svart bonde · e7 svart bonde · f7 svart bonde · g7 svart löpare · h7 svart bonde · d6 svart bonde · f6 svart springare · g6 svart bonde · c4 vit bonde · d4 vit bonde · e4 vit bonde · c3 vit springare · f3 vit springare · a2 vit bonde · b2 vit bonde · f2 vit bonde · g2 vit bonde · h2 vit bonde · a1 vit torn · c1 vit löpare · d1 vit drottning · e1 vit kung · f1 vit löpare · h1 vit torn | a8 svart torn · b8 svart springare · c8 svart löpare · d8 svart drottning · e8 svart kung · h8 svart torn · a7 svart bonde · b7 svart bonde · c7 svart bonde · e7 svart bonde · f7 svart bonde · g7 svart löpare · h7 svart bonde · d6 svart bonde · f6 svart springare · g6 svart bonde · c4 vit bonde · d4 vit bonde · e4 vit bonde · c3 vit springare · f3 vit springare · a2 vit bonde · b2 vit bonde · f2 vit bonde · g2 vit bonde · h2 vit bonde · a1 vit torn · c1 vit löpare · d1 vit drottning · e1 vit kung · f1 vit löpare · h1 vit torn | a8 svart torn · b8 svart springare · c8 svart löpare · d8 svart drottning · e8 svart kung · h8 svart torn · a7 svart bonde · b7 svart bonde · c7 svart bonde · e7 svart bonde · f7 svart bonde · g7 svart löpare · h7 svart bonde · d6 svart bonde · f6 svart springare · g6 svart bonde · c4 vit bonde · d4 vit bonde · e4 vit bonde · c3 vit springare · f3 vit springare · a2 vit bonde · b2 vit bonde · f2 vit bonde · g2 vit bonde · h2 vit bonde · a1 vit torn · c1 vit löpare · d1 vit drottning · e1 vit kung · f1 vit löpare · h1 vit torn | a8 svart torn · b8 svart springare · c8 svart löpare · d8 svart drottning · e8 svart kung · h8 svart torn · a7 svart bonde · b7 svart bonde · c7 svart bonde · e7 svart bonde · f7 svart bonde · g7 svart löpare · h7 svart bonde · d6 svart bonde · f6 svart springare · g6 svart bonde · c4 vit bonde · d4 vit bonde · e4 vit bonde · c3 vit springare · f3 vit springare · a2 vit bonde · b2 vit bonde · f2 vit bonde · g2 vit bonde · h2 vit bonde · a1 vit torn · c1 vit löpare · d1 vit drottning · e1 vit kung · f1 vit löpare · h1 vit torn | a8 svart torn · b8 svart springare · c8 svart löpare · d8 svart drottning · e8 svart kung · h8 svart torn · a7 svart bonde · b7 svart bonde · c7 svart bonde · e7 svart bonde · f7 svart bonde · g7 svart löpare · h7 svart bonde · d6 svart bonde · f6 svart springare · g6 svart bonde · c4 vit bonde · d4 vit bonde · e4 vit bonde · c3 vit springare · f3 vit springare · a2 vit bonde · b2 vit bonde · f2 vit bonde · g2 vit bonde · h2 vit bonde · a1 vit torn · c1 vit löpare · d1 vit drottning · e1 vit kung · f1 vit löpare · h1 vit torn | a8 svart torn · b8 svart springare · c8 svart löpare · d8 svart drottning · e8 svart kung · h8 svart torn · a7 svart bonde · b7 svart bonde · c7 svart bonde · e7 svart bonde · f7 svart bonde · g7 svart löpare · h7 svart bonde · d6 svart bonde · f6 svart springare · g6 svart bonde · c4 vit bonde · d4 vit bonde · e4 vit bonde · c3 vit springare · f3 vit springare · a2 vit bonde · b2 vit bonde · f2 vit bonde · g2 vit bonde · h2 vit bonde · a1 vit torn · c1 vit löpare · d1 vit drottning · e1 vit kung · f1 vit löpare · h1 vit torn | a8 svart torn · b8 svart springare · c8 svart löpare · d8 svart drottning · e8 svart kung · h8 svart torn · a7 svart bonde · b7 svart bonde · c7 svart bonde · e7 svart bonde · f7 svart bonde · g7 svart löpare · h7 svart bonde · d6 svart bonde · f6 svart springare · g6 svart bonde · c4 vit bonde · d4 vit bonde · e4 vit bonde · c3 vit springare · f3 vit springare · a2 vit bonde · b2 vit bonde · f2 vit bonde · g2 vit bonde · h2 vit bonde · a1 vit torn · c1 vit löpare · d1 vit drottning · e1 vit kung · f1 vit löpare · h1 vit torn | 8 |
| 7 | a8 svart torn · b8 svart springare · c8 svart löpare · d8 svart drottning · e8 svart kung · h8 svart torn · a7 svart bonde · b7 svart bonde · c7 svart bonde · e7 svart bonde · f7 svart bonde · g7 svart löpare · h7 svart bonde · d6 svart bonde · f6 svart springare · g6 svart bonde · c4 vit bonde · d4 vit bonde · e4 vit bonde · c3 vit springare · f3 vit springare · a2 vit bonde · b2 vit bonde · f2 vit bonde · g2 vit bonde · h2 vit bonde · a1 vit torn · c1 vit löpare · d1 vit drottning · e1 vit kung · f1 vit löpare · h1 vit torn | a8 svart torn · b8 svart springare · c8 svart löpare · d8 svart drottning · e8 svart kung · h8 svart torn · a7 svart bonde · b7 svart bonde · c7 svart bonde · e7 svart bonde · f7 svart bonde · g7 svart löpare · h7 svart bonde · d6 svart bonde · f6 svart springare · g6 svart bonde · c4 vit bonde · d4 vit bonde · e4 vit bonde · c3 vit springare · f3 vit springare · a2 vit bonde · b2 vit bonde · f2 vit bonde · g2 vit bonde · h2 vit bonde · a1 vit torn · c1 vit löpare · d1 vit drottning · e1 vit kung · f1 vit löpare · h1 vit torn | a8 svart torn · b8 svart springare · c8 svart löpare · d8 svart drottning · e8 svart kung · h8 svart torn · a7 svart bonde · b7 svart bonde · c7 svart bonde · e7 svart bonde · f7 svart bonde · g7 svart löpare · h7 svart bonde · d6 svart bonde · f6 svart springare · g6 svart bonde · c4 vit bonde · d4 vit bonde · e4 vit bonde · c3 vit springare · f3 vit springare · a2 vit bonde · b2 vit bonde · f2 vit bonde · g2 vit bonde · h2 vit bonde · a1 vit torn · c1 vit löpare · d1 vit drottning · e1 vit kung · f1 vit löpare · h1 vit torn | a8 svart torn · b8 svart springare · c8 svart löpare · d8 svart drottning · e8 svart kung · h8 svart torn · a7 svart bonde · b7 svart bonde · c7 svart bonde · e7 svart bonde · f7 svart bonde · g7 svart löpare · h7 svart bonde · d6 svart bonde · f6 svart springare · g6 svart bonde · c4 vit bonde · d4 vit bonde · e4 vit bonde · c3 vit springare · f3 vit springare · a2 vit bonde · b2 vit bonde · f2 vit bonde · g2 vit bonde · h2 vit bonde · a1 vit torn · c1 vit löpare · d1 vit drottning · e1 vit kung · f1 vit löpare · h1 vit torn | a8 svart torn · b8 svart springare · c8 svart löpare · d8 svart drottning · e8 svart kung · h8 svart torn · a7 svart bonde · b7 svart bonde · c7 svart bonde · e7 svart bonde · f7 svart bonde · g7 svart löpare · h7 svart bonde · d6 svart bonde · f6 svart springare · g6 svart bonde · c4 vit bonde · d4 vit bonde · e4 vit bonde · c3 vit springare · f3 vit springare · a2 vit bonde · b2 vit bonde · f2 vit bonde · g2 vit bonde · h2 vit bonde · a1 vit torn · c1 vit löpare · d1 vit drottning · e1 vit kung · f1 vit löpare · h1 vit torn | a8 svart torn · b8 svart springare · c8 svart löpare · d8 svart drottning · e8 svart kung · h8 svart torn · a7 svart bonde · b7 svart bonde · c7 svart bonde · e7 svart bonde · f7 svart bonde · g7 svart löpare · h7 svart bonde · d6 svart bonde · f6 svart springare · g6 svart bonde · c4 vit bonde · d4 vit bonde · e4 vit bonde · c3 vit springare · f3 vit springare · a2 vit bonde · b2 vit bonde · f2 vit bonde · g2 vit bonde · h2 vit bonde · a1 vit torn · c1 vit löpare · d1 vit drottning · e1 vit kung · f1 vit löpare · h1 vit torn | a8 svart torn · b8 svart springare · c8 svart löpare · d8 svart drottning · e8 svart kung · h8 svart torn · a7 svart bonde · b7 svart bonde · c7 svart bonde · e7 svart bonde · f7 svart bonde · g7 svart löpare · h7 svart bonde · d6 svart bonde · f6 svart springare · g6 svart bonde · c4 vit bonde · d4 vit bonde · e4 vit bonde · c3 vit springare · f3 vit springare · a2 vit bonde · b2 vit bonde · f2 vit bonde · g2 vit bonde · h2 vit bonde · a1 vit torn · c1 vit löpare · d1 vit drottning · e1 vit kung · f1 vit löpare · h1 vit torn | a8 svart torn · b8 svart springare · c8 svart löpare · d8 svart drottning · e8 svart kung · h8 svart torn · a7 svart bonde · b7 svart bonde · c7 svart bonde · e7 svart bonde · f7 svart bonde · g7 svart löpare · h7 svart bonde · d6 svart bonde · f6 svart springare · g6 svart bonde · c4 vit bonde · d4 vit bonde · e4 vit bonde · c3 vit springare · f3 vit springare · a2 vit bonde · b2 vit bonde · f2 vit bonde · g2 vit bonde · h2 vit bonde · a1 vit torn · c1 vit löpare · d1 vit drottning · e1 vit kung · f1 vit löpare · h1 vit torn | 7 |
| 6 | a8 svart torn · b8 svart springare · c8 svart löpare · d8 svart drottning · e8 svart kung · h8 svart torn · a7 svart bonde · b7 svart bonde · c7 svart bonde · e7 svart bonde · f7 svart bonde · g7 svart löpare · h7 svart bonde · d6 svart bonde · f6 svart springare · g6 svart bonde · c4 vit bonde · d4 vit bonde · e4 vit bonde · c3 vit springare · f3 vit springare · a2 vit bonde · b2 vit bonde · f2 vit bonde · g2 vit bonde · h2 vit bonde · a1 vit torn · c1 vit löpare · d1 vit drottning · e1 vit kung · f1 vit löpare · h1 vit torn | a8 svart torn · b8 svart springare · c8 svart löpare · d8 svart drottning · e8 svart kung · h8 svart torn · a7 svart bonde · b7 svart bonde · c7 svart bonde · e7 svart bonde · f7 svart bonde · g7 svart löpare · h7 svart bonde · d6 svart bonde · f6 svart springare · g6 svart bonde · c4 vit bonde · d4 vit bonde · e4 vit bonde · c3 vit springare · f3 vit springare · a2 vit bonde · b2 vit bonde · f2 vit bonde · g2 vit bonde · h2 vit bonde · a1 vit torn · c1 vit löpare · d1 vit drottning · e1 vit kung · f1 vit löpare · h1 vit torn | a8 svart torn · b8 svart springare · c8 svart löpare · d8 svart drottning · e8 svart kung · h8 svart torn · a7 svart bonde · b7 svart bonde · c7 svart bonde · e7 svart bonde · f7 svart bonde · g7 svart löpare · h7 svart bonde · d6 svart bonde · f6 svart springare · g6 svart bonde · c4 vit bonde · d4 vit bonde · e4 vit bonde · c3 vit springare · f3 vit springare · a2 vit bonde · b2 vit bonde · f2 vit bonde · g2 vit bonde · h2 vit bonde · a1 vit torn · c1 vit löpare · d1 vit drottning · e1 vit kung · f1 vit löpare · h1 vit torn | a8 svart torn · b8 svart springare · c8 svart löpare · d8 svart drottning · e8 svart kung · h8 svart torn · a7 svart bonde · b7 svart bonde · c7 svart bonde · e7 svart bonde · f7 svart bonde · g7 svart löpare · h7 svart bonde · d6 svart bonde · f6 svart springare · g6 svart bonde · c4 vit bonde · d4 vit bonde · e4 vit bonde · c3 vit springare · f3 vit springare · a2 vit bonde · b2 vit bonde · f2 vit bonde · g2 vit bonde · h2 vit bonde · a1 vit torn · c1 vit löpare · d1 vit drottning · e1 vit kung · f1 vit löpare · h1 vit torn | a8 svart torn · b8 svart springare · c8 svart löpare · d8 svart drottning · e8 svart kung · h8 svart torn · a7 svart bonde · b7 svart bonde · c7 svart bonde · e7 svart bonde · f7 svart bonde · g7 svart löpare · h7 svart bonde · d6 svart bonde · f6 svart springare · g6 svart bonde · c4 vit bonde · d4 vit bonde · e4 vit bonde · c3 vit springare · f3 vit springare · a2 vit bonde · b2 vit bonde · f2 vit bonde · g2 vit bonde · h2 vit bonde · a1 vit torn · c1 vit löpare · d1 vit drottning · e1 vit kung · f1 vit löpare · h1 vit torn | a8 svart torn · b8 svart springare · c8 svart löpare · d8 svart drottning · e8 svart kung · h8 svart torn · a7 svart bonde · b7 svart bonde · c7 svart bonde · e7 svart bonde · f7 svart bonde · g7 svart löpare · h7 svart bonde · d6 svart bonde · f6 svart springare · g6 svart bonde · c4 vit bonde · d4 vit bonde · e4 vit bonde · c3 vit springare · f3 vit springare · a2 vit bonde · b2 vit bonde · f2 vit bonde · g2 vit bonde · h2 vit bonde · a1 vit torn · c1 vit löpare · d1 vit drottning · e1 vit kung · f1 vit löpare · h1 vit torn | a8 svart torn · b8 svart springare · c8 svart löpare · d8 svart drottning · e8 svart kung · h8 svart torn · a7 svart bonde · b7 svart bonde · c7 svart bonde · e7 svart bonde · f7 svart bonde · g7 svart löpare · h7 svart bonde · d6 svart bonde · f6 svart springare · g6 svart bonde · c4 vit bonde · d4 vit bonde · e4 vit bonde · c3 vit springare · f3 vit springare · a2 vit bonde · b2 vit bonde · f2 vit bonde · g2 vit bonde · h2 vit bonde · a1 vit torn · c1 vit löpare · d1 vit drottning · e1 vit kung · f1 vit löpare · h1 vit torn | a8 svart torn · b8 svart springare · c8 svart löpare · d8 svart drottning · e8 svart kung · h8 svart torn · a7 svart bonde · b7 svart bonde · c7 svart bonde · e7 svart bonde · f7 svart bonde · g7 svart löpare · h7 svart bonde · d6 svart bonde · f6 svart springare · g6 svart bonde · c4 vit bonde · d4 vit bonde · e4 vit bonde · c3 vit springare · f3 vit springare · a2 vit bonde · b2 vit bonde · f2 vit bonde · g2 vit bonde · h2 vit bonde · a1 vit torn · c1 vit löpare · d1 vit drottning · e1 vit kung · f1 vit löpare · h1 vit torn | 6 |
| 5 | a8 svart torn · b8 svart springare · c8 svart löpare · d8 svart drottning · e8 svart kung · h8 svart torn · a7 svart bonde · b7 svart bonde · c7 svart bonde · e7 svart bonde · f7 svart bonde · g7 svart löpare · h7 svart bonde · d6 svart bonde · f6 svart springare · g6 svart bonde · c4 vit bonde · d4 vit bonde · e4 vit bonde · c3 vit springare · f3 vit springare · a2 vit bonde · b2 vit bonde · f2 vit bonde · g2 vit bonde · h2 vit bonde · a1 vit torn · c1 vit löpare · d1 vit drottning · e1 vit kung · f1 vit löpare · h1 vit torn | a8 svart torn · b8 svart springare · c8 svart löpare · d8 svart drottning · e8 svart kung · h8 svart torn · a7 svart bonde · b7 svart bonde · c7 svart bonde · e7 svart bonde · f7 svart bonde · g7 svart löpare · h7 svart bonde · d6 svart bonde · f6 svart springare · g6 svart bonde · c4 vit bonde · d4 vit bonde · e4 vit bonde · c3 vit springare · f3 vit springare · a2 vit bonde · b2 vit bonde · f2 vit bonde · g2 vit bonde · h2 vit bonde · a1 vit torn · c1 vit löpare · d1 vit drottning · e1 vit kung · f1 vit löpare · h1 vit torn | a8 svart torn · b8 svart springare · c8 svart löpare · d8 svart drottning · e8 svart kung · h8 svart torn · a7 svart bonde · b7 svart bonde · c7 svart bonde · e7 svart bonde · f7 svart bonde · g7 svart löpare · h7 svart bonde · d6 svart bonde · f6 svart springare · g6 svart bonde · c4 vit bonde · d4 vit bonde · e4 vit bonde · c3 vit springare · f3 vit springare · a2 vit bonde · b2 vit bonde · f2 vit bonde · g2 vit bonde · h2 vit bonde · a1 vit torn · c1 vit löpare · d1 vit drottning · e1 vit kung · f1 vit löpare · h1 vit torn | a8 svart torn · b8 svart springare · c8 svart löpare · d8 svart drottning · e8 svart kung · h8 svart torn · a7 svart bonde · b7 svart bonde · c7 svart bonde · e7 svart bonde · f7 svart bonde · g7 svart löpare · h7 svart bonde · d6 svart bonde · f6 svart springare · g6 svart bonde · c4 vit bonde · d4 vit bonde · e4 vit bonde · c3 vit springare · f3 vit springare · a2 vit bonde · b2 vit bonde · f2 vit bonde · g2 vit bonde · h2 vit bonde · a1 vit torn · c1 vit löpare · d1 vit drottning · e1 vit kung · f1 vit löpare · h1 vit torn | a8 svart torn · b8 svart springare · c8 svart löpare · d8 svart drottning · e8 svart kung · h8 svart torn · a7 svart bonde · b7 svart bonde · c7 svart bonde · e7 svart bonde · f7 svart bonde · g7 svart löpare · h7 svart bonde · d6 svart bonde · f6 svart springare · g6 svart bonde · c4 vit bonde · d4 vit bonde · e4 vit bonde · c3 vit springare · f3 vit springare · a2 vit bonde · b2 vit bonde · f2 vit bonde · g2 vit bonde · h2 vit bonde · a1 vit torn · c1 vit löpare · d1 vit drottning · e1 vit kung · f1 vit löpare · h1 vit torn | a8 svart torn · b8 svart springare · c8 svart löpare · d8 svart drottning · e8 svart kung · h8 svart torn · a7 svart bonde · b7 svart bonde · c7 svart bonde · e7 svart bonde · f7 svart bonde · g7 svart löpare · h7 svart bonde · d6 svart bonde · f6 svart springare · g6 svart bonde · c4 vit bonde · d4 vit bonde · e4 vit bonde · c3 vit springare · f3 vit springare · a2 vit bonde · b2 vit bonde · f2 vit bonde · g2 vit bonde · h2 vit bonde · a1 vit torn · c1 vit löpare · d1 vit drottning · e1 vit kung · f1 vit löpare · h1 vit torn | a8 svart torn · b8 svart springare · c8 svart löpare · d8 svart drottning · e8 svart kung · h8 svart torn · a7 svart bonde · b7 svart bonde · c7 svart bonde · e7 svart bonde · f7 svart bonde · g7 svart löpare · h7 svart bonde · d6 svart bonde · f6 svart springare · g6 svart bonde · c4 vit bonde · d4 vit bonde · e4 vit bonde · c3 vit springare · f3 vit springare · a2 vit bonde · b2 vit bonde · f2 vit bonde · g2 vit bonde · h2 vit bonde · a1 vit torn · c1 vit löpare · d1 vit drottning · e1 vit kung · f1 vit löpare · h1 vit torn | a8 svart torn · b8 svart springare · c8 svart löpare · d8 svart drottning · e8 svart kung · h8 svart torn · a7 svart bonde · b7 svart bonde · c7 svart bonde · e7 svart bonde · f7 svart bonde · g7 svart löpare · h7 svart bonde · d6 svart bonde · f6 svart springare · g6 svart bonde · c4 vit bonde · d4 vit bonde · e4 vit bonde · c3 vit springare · f3 vit springare · a2 vit bonde · b2 vit bonde · f2 vit bonde · g2 vit bonde · h2 vit bonde · a1 vit torn · c1 vit löpare · d1 vit drottning · e1 vit kung · f1 vit löpare · h1 vit torn | 5 |
| 4 | a8 svart torn · b8 svart springare · c8 svart löpare · d8 svart drottning · e8 svart kung · h8 svart torn · a7 svart bonde · b7 svart bonde · c7 svart bonde · e7 svart bonde · f7 svart bonde · g7 svart löpare · h7 svart bonde · d6 svart bonde · f6 svart springare · g6 svart bonde · c4 vit bonde · d4 vit bonde · e4 vit bonde · c3 vit springare · f3 vit springare · a2 vit bonde · b2 vit bonde · f2 vit bonde · g2 vit bonde · h2 vit bonde · a1 vit torn · c1 vit löpare · d1 vit drottning · e1 vit kung · f1 vit löpare · h1 vit torn | a8 svart torn · b8 svart springare · c8 svart löpare · d8 svart drottning · e8 svart kung · h8 svart torn · a7 svart bonde · b7 svart bonde · c7 svart bonde · e7 svart bonde · f7 svart bonde · g7 svart löpare · h7 svart bonde · d6 svart bonde · f6 svart springare · g6 svart bonde · c4 vit bonde · d4 vit bonde · e4 vit bonde · c3 vit springare · f3 vit springare · a2 vit bonde · b2 vit bonde · f2 vit bonde · g2 vit bonde · h2 vit bonde · a1 vit torn · c1 vit löpare · d1 vit drottning · e1 vit kung · f1 vit löpare · h1 vit torn | a8 svart torn · b8 svart springare · c8 svart löpare · d8 svart drottning · e8 svart kung · h8 svart torn · a7 svart bonde · b7 svart bonde · c7 svart bonde · e7 svart bonde · f7 svart bonde · g7 svart löpare · h7 svart bonde · d6 svart bonde · f6 svart springare · g6 svart bonde · c4 vit bonde · d4 vit bonde · e4 vit bonde · c3 vit springare · f3 vit springare · a2 vit bonde · b2 vit bonde · f2 vit bonde · g2 vit bonde · h2 vit bonde · a1 vit torn · c1 vit löpare · d1 vit drottning · e1 vit kung · f1 vit löpare · h1 vit torn | a8 svart torn · b8 svart springare · c8 svart löpare · d8 svart drottning · e8 svart kung · h8 svart torn · a7 svart bonde · b7 svart bonde · c7 svart bonde · e7 svart bonde · f7 svart bonde · g7 svart löpare · h7 svart bonde · d6 svart bonde · f6 svart springare · g6 svart bonde · c4 vit bonde · d4 vit bonde · e4 vit bonde · c3 vit springare · f3 vit springare · a2 vit bonde · b2 vit bonde · f2 vit bonde · g2 vit bonde · h2 vit bonde · a1 vit torn · c1 vit löpare · d1 vit drottning · e1 vit kung · f1 vit löpare · h1 vit torn | a8 svart torn · b8 svart springare · c8 svart löpare · d8 svart drottning · e8 svart kung · h8 svart torn · a7 svart bonde · b7 svart bonde · c7 svart bonde · e7 svart bonde · f7 svart bonde · g7 svart löpare · h7 svart bonde · d6 svart bonde · f6 svart springare · g6 svart bonde · c4 vit bonde · d4 vit bonde · e4 vit bonde · c3 vit springare · f3 vit springare · a2 vit bonde · b2 vit bonde · f2 vit bonde · g2 vit bonde · h2 vit bonde · a1 vit torn · c1 vit löpare · d1 vit drottning · e1 vit kung · f1 vit löpare · h1 vit torn | a8 svart torn · b8 svart springare · c8 svart löpare · d8 svart drottning · e8 svart kung · h8 svart torn · a7 svart bonde · b7 svart bonde · c7 svart bonde · e7 svart bonde · f7 svart bonde · g7 svart löpare · h7 svart bonde · d6 svart bonde · f6 svart springare · g6 svart bonde · c4 vit bonde · d4 vit bonde · e4 vit bonde · c3 vit springare · f3 vit springare · a2 vit bonde · b2 vit bonde · f2 vit bonde · g2 vit bonde · h2 vit bonde · a1 vit torn · c1 vit löpare · d1 vit drottning · e1 vit kung · f1 vit löpare · h1 vit torn | a8 svart torn · b8 svart springare · c8 svart löpare · d8 svart drottning · e8 svart kung · h8 svart torn · a7 svart bonde · b7 svart bonde · c7 svart bonde · e7 svart bonde · f7 svart bonde · g7 svart löpare · h7 svart bonde · d6 svart bonde · f6 svart springare · g6 svart bonde · c4 vit bonde · d4 vit bonde · e4 vit bonde · c3 vit springare · f3 vit springare · a2 vit bonde · b2 vit bonde · f2 vit bonde · g2 vit bonde · h2 vit bonde · a1 vit torn · c1 vit löpare · d1 vit drottning · e1 vit kung · f1 vit löpare · h1 vit torn | a8 svart torn · b8 svart springare · c8 svart löpare · d8 svart drottning · e8 svart kung · h8 svart torn · a7 svart bonde · b7 svart bonde · c7 svart bonde · e7 svart bonde · f7 svart bonde · g7 svart löpare · h7 svart bonde · d6 svart bonde · f6 svart springare · g6 svart bonde · c4 vit bonde · d4 vit bonde · e4 vit bonde · c3 vit springare · f3 vit springare · a2 vit bonde · b2 vit bonde · f2 vit bonde · g2 vit bonde · h2 vit bonde · a1 vit torn · c1 vit löpare · d1 vit drottning · e1 vit kung · f1 vit löpare · h1 vit torn | 4 |
| 3 | a8 svart torn · b8 svart springare · c8 svart löpare · d8 svart drottning · e8 svart kung · h8 svart torn · a7 svart bonde · b7 svart bonde · c7 svart bonde · e7 svart bonde · f7 svart bonde · g7 svart löpare · h7 svart bonde · d6 svart bonde · f6 svart springare · g6 svart bonde · c4 vit bonde · d4 vit bonde · e4 vit bonde · c3 vit springare · f3 vit springare · a2 vit bonde · b2 vit bonde · f2 vit bonde · g2 vit bonde · h2 vit bonde · a1 vit torn · c1 vit löpare · d1 vit drottning · e1 vit kung · f1 vit löpare · h1 vit torn | a8 svart torn · b8 svart springare · c8 svart löpare · d8 svart drottning · e8 svart kung · h8 svart torn · a7 svart bonde · b7 svart bonde · c7 svart bonde · e7 svart bonde · f7 svart bonde · g7 svart löpare · h7 svart bonde · d6 svart bonde · f6 svart springare · g6 svart bonde · c4 vit bonde · d4 vit bonde · e4 vit bonde · c3 vit springare · f3 vit springare · a2 vit bonde · b2 vit bonde · f2 vit bonde · g2 vit bonde · h2 vit bonde · a1 vit torn · c1 vit löpare · d1 vit drottning · e1 vit kung · f1 vit löpare · h1 vit torn | a8 svart torn · b8 svart springare · c8 svart löpare · d8 svart drottning · e8 svart kung · h8 svart torn · a7 svart bonde · b7 svart bonde · c7 svart bonde · e7 svart bonde · f7 svart bonde · g7 svart löpare · h7 svart bonde · d6 svart bonde · f6 svart springare · g6 svart bonde · c4 vit bonde · d4 vit bonde · e4 vit bonde · c3 vit springare · f3 vit springare · a2 vit bonde · b2 vit bonde · f2 vit bonde · g2 vit bonde · h2 vit bonde · a1 vit torn · c1 vit löpare · d1 vit drottning · e1 vit kung · f1 vit löpare · h1 vit torn | a8 svart torn · b8 svart springare · c8 svart löpare · d8 svart drottning · e8 svart kung · h8 svart torn · a7 svart bonde · b7 svart bonde · c7 svart bonde · e7 svart bonde · f7 svart bonde · g7 svart löpare · h7 svart bonde · d6 svart bonde · f6 svart springare · g6 svart bonde · c4 vit bonde · d4 vit bonde · e4 vit bonde · c3 vit springare · f3 vit springare · a2 vit bonde · b2 vit bonde · f2 vit bonde · g2 vit bonde · h2 vit bonde · a1 vit torn · c1 vit löpare · d1 vit drottning · e1 vit kung · f1 vit löpare · h1 vit torn | a8 svart torn · b8 svart springare · c8 svart löpare · d8 svart drottning · e8 svart kung · h8 svart torn · a7 svart bonde · b7 svart bonde · c7 svart bonde · e7 svart bonde · f7 svart bonde · g7 svart löpare · h7 svart bonde · d6 svart bonde · f6 svart springare · g6 svart bonde · c4 vit bonde · d4 vit bonde · e4 vit bonde · c3 vit springare · f3 vit springare · a2 vit bonde · b2 vit bonde · f2 vit bonde · g2 vit bonde · h2 vit bonde · a1 vit torn · c1 vit löpare · d1 vit drottning · e1 vit kung · f1 vit löpare · h1 vit torn | a8 svart torn · b8 svart springare · c8 svart löpare · d8 svart drottning · e8 svart kung · h8 svart torn · a7 svart bonde · b7 svart bonde · c7 svart bonde · e7 svart bonde · f7 svart bonde · g7 svart löpare · h7 svart bonde · d6 svart bonde · f6 svart springare · g6 svart bonde · c4 vit bonde · d4 vit bonde · e4 vit bonde · c3 vit springare · f3 vit springare · a2 vit bonde · b2 vit bonde · f2 vit bonde · g2 vit bonde · h2 vit bonde · a1 vit torn · c1 vit löpare · d1 vit drottning · e1 vit kung · f1 vit löpare · h1 vit torn | a8 svart torn · b8 svart springare · c8 svart löpare · d8 svart drottning · e8 svart kung · h8 svart torn · a7 svart bonde · b7 svart bonde · c7 svart bonde · e7 svart bonde · f7 svart bonde · g7 svart löpare · h7 svart bonde · d6 svart bonde · f6 svart springare · g6 svart bonde · c4 vit bonde · d4 vit bonde · e4 vit bonde · c3 vit springare · f3 vit springare · a2 vit bonde · b2 vit bonde · f2 vit bonde · g2 vit bonde · h2 vit bonde · a1 vit torn · c1 vit löpare · d1 vit drottning · e1 vit kung · f1 vit löpare · h1 vit torn | a8 svart torn · b8 svart springare · c8 svart löpare · d8 svart drottning · e8 svart kung · h8 svart torn · a7 svart bonde · b7 svart bonde · c7 svart bonde · e7 svart bonde · f7 svart bonde · g7 svart löpare · h7 svart bonde · d6 svart bonde · f6 svart springare · g6 svart bonde · c4 vit bonde · d4 vit bonde · e4 vit bonde · c3 vit springare · f3 vit springare · a2 vit bonde · b2 vit bonde · f2 vit bonde · g2 vit bonde · h2 vit bonde · a1 vit torn · c1 vit löpare · d1 vit drottning · e1 vit kung · f1 vit löpare · h1 vit torn | 3 |
| 2 | a8 svart torn · b8 svart springare · c8 svart löpare · d8 svart drottning · e8 svart kung · h8 svart torn · a7 svart bonde · b7 svart bonde · c7 svart bonde · e7 svart bonde · f7 svart bonde · g7 svart löpare · h7 svart bonde · d6 svart bonde · f6 svart springare · g6 svart bonde · c4 vit bonde · d4 vit bonde · e4 vit bonde · c3 vit springare · f3 vit springare · a2 vit bonde · b2 vit bonde · f2 vit bonde · g2 vit bonde · h2 vit bonde · a1 vit torn · c1 vit löpare · d1 vit drottning · e1 vit kung · f1 vit löpare · h1 vit torn | a8 svart torn · b8 svart springare · c8 svart löpare · d8 svart drottning · e8 svart kung · h8 svart torn · a7 svart bonde · b7 svart bonde · c7 svart bonde · e7 svart bonde · f7 svart bonde · g7 svart löpare · h7 svart bonde · d6 svart bonde · f6 svart springare · g6 svart bonde · c4 vit bonde · d4 vit bonde · e4 vit bonde · c3 vit springare · f3 vit springare · a2 vit bonde · b2 vit bonde · f2 vit bonde · g2 vit bonde · h2 vit bonde · a1 vit torn · c1 vit löpare · d1 vit drottning · e1 vit kung · f1 vit löpare · h1 vit torn | a8 svart torn · b8 svart springare · c8 svart löpare · d8 svart drottning · e8 svart kung · h8 svart torn · a7 svart bonde · b7 svart bonde · c7 svart bonde · e7 svart bonde · f7 svart bonde · g7 svart löpare · h7 svart bonde · d6 svart bonde · f6 svart springare · g6 svart bonde · c4 vit bonde · d4 vit bonde · e4 vit bonde · c3 vit springare · f3 vit springare · a2 vit bonde · b2 vit bonde · f2 vit bonde · g2 vit bonde · h2 vit bonde · a1 vit torn · c1 vit löpare · d1 vit drottning · e1 vit kung · f1 vit löpare · h1 vit torn | a8 svart torn · b8 svart springare · c8 svart löpare · d8 svart drottning · e8 svart kung · h8 svart torn · a7 svart bonde · b7 svart bonde · c7 svart bonde · e7 svart bonde · f7 svart bonde · g7 svart löpare · h7 svart bonde · d6 svart bonde · f6 svart springare · g6 svart bonde · c4 vit bonde · d4 vit bonde · e4 vit bonde · c3 vit springare · f3 vit springare · a2 vit bonde · b2 vit bonde · f2 vit bonde · g2 vit bonde · h2 vit bonde · a1 vit torn · c1 vit löpare · d1 vit drottning · e1 vit kung · f1 vit löpare · h1 vit torn | a8 svart torn · b8 svart springare · c8 svart löpare · d8 svart drottning · e8 svart kung · h8 svart torn · a7 svart bonde · b7 svart bonde · c7 svart bonde · e7 svart bonde · f7 svart bonde · g7 svart löpare · h7 svart bonde · d6 svart bonde · f6 svart springare · g6 svart bonde · c4 vit bonde · d4 vit bonde · e4 vit bonde · c3 vit springare · f3 vit springare · a2 vit bonde · b2 vit bonde · f2 vit bonde · g2 vit bonde · h2 vit bonde · a1 vit torn · c1 vit löpare · d1 vit drottning · e1 vit kung · f1 vit löpare · h1 vit torn | a8 svart torn · b8 svart springare · c8 svart löpare · d8 svart drottning · e8 svart kung · h8 svart torn · a7 svart bonde · b7 svart bonde · c7 svart bonde · e7 svart bonde · f7 svart bonde · g7 svart löpare · h7 svart bonde · d6 svart bonde · f6 svart springare · g6 svart bonde · c4 vit bonde · d4 vit bonde · e4 vit bonde · c3 vit springare · f3 vit springare · a2 vit bonde · b2 vit bonde · f2 vit bonde · g2 vit bonde · h2 vit bonde · a1 vit torn · c1 vit löpare · d1 vit drottning · e1 vit kung · f1 vit löpare · h1 vit torn | a8 svart torn · b8 svart springare · c8 svart löpare · d8 svart drottning · e8 svart kung · h8 svart torn · a7 svart bonde · b7 svart bonde · c7 svart bonde · e7 svart bonde · f7 svart bonde · g7 svart löpare · h7 svart bonde · d6 svart bonde · f6 svart springare · g6 svart bonde · c4 vit bonde · d4 vit bonde · e4 vit bonde · c3 vit springare · f3 vit springare · a2 vit bonde · b2 vit bonde · f2 vit bonde · g2 vit bonde · h2 vit bonde · a1 vit torn · c1 vit löpare · d1 vit drottning · e1 vit kung · f1 vit löpare · h1 vit torn | a8 svart torn · b8 svart springare · c8 svart löpare · d8 svart drottning · e8 svart kung · h8 svart torn · a7 svart bonde · b7 svart bonde · c7 svart bonde · e7 svart bonde · f7 svart bonde · g7 svart löpare · h7 svart bonde · d6 svart bonde · f6 svart springare · g6 svart bonde · c4 vit bonde · d4 vit bonde · e4 vit bonde · c3 vit springare · f3 vit springare · a2 vit bonde · b2 vit bonde · f2 vit bonde · g2 vit bonde · h2 vit bonde · a1 vit torn · c1 vit löpare · d1 vit drottning · e1 vit kung · f1 vit löpare · h1 vit torn | 2 |
| 1 | a8 svart torn · b8 svart springare · c8 svart löpare · d8 svart drottning · e8 svart kung · h8 svart torn · a7 svart bonde · b7 svart bonde · c7 svart bonde · e7 svart bonde · f7 svart bonde · g7 svart löpare · h7 svart bonde · d6 svart bonde · f6 svart springare · g6 svart bonde · c4 vit bonde · d4 vit bonde · e4 vit bonde · c3 vit springare · f3 vit springare · a2 vit bonde · b2 vit bonde · f2 vit bonde · g2 vit bonde · h2 vit bonde · a1 vit torn · c1 vit löpare · d1 vit drottning · e1 vit kung · f1 vit löpare · h1 vit torn | a8 svart torn · b8 svart springare · c8 svart löpare · d8 svart drottning · e8 svart kung · h8 svart torn · a7 svart bonde · b7 svart bonde · c7 svart bonde · e7 svart bonde · f7 svart bonde · g7 svart löpare · h7 svart bonde · d6 svart bonde · f6 svart springare · g6 svart bonde · c4 vit bonde · d4 vit bonde · e4 vit bonde · c3 vit springare · f3 vit springare · a2 vit bonde · b2 vit bonde · f2 vit bonde · g2 vit bonde · h2 vit bonde · a1 vit torn · c1 vit löpare · d1 vit drottning · e1 vit kung · f1 vit löpare · h1 vit torn | a8 svart torn · b8 svart springare · c8 svart löpare · d8 svart drottning · e8 svart kung · h8 svart torn · a7 svart bonde · b7 svart bonde · c7 svart bonde · e7 svart bonde · f7 svart bonde · g7 svart löpare · h7 svart bonde · d6 svart bonde · f6 svart springare · g6 svart bonde · c4 vit bonde · d4 vit bonde · e4 vit bonde · c3 vit springare · f3 vit springare · a2 vit bonde · b2 vit bonde · f2 vit bonde · g2 vit bonde · h2 vit bonde · a1 vit torn · c1 vit löpare · d1 vit drottning · e1 vit kung · f1 vit löpare · h1 vit torn | a8 svart torn · b8 svart springare · c8 svart löpare · d8 svart drottning · e8 svart kung · h8 svart torn · a7 svart bonde · b7 svart bonde · c7 svart bonde · e7 svart bonde · f7 svart bonde · g7 svart löpare · h7 svart bonde · d6 svart bonde · f6 svart springare · g6 svart bonde · c4 vit bonde · d4 vit bonde · e4 vit bonde · c3 vit springare · f3 vit springare · a2 vit bonde · b2 vit bonde · f2 vit bonde · g2 vit bonde · h2 vit bonde · a1 vit torn · c1 vit löpare · d1 vit drottning · e1 vit kung · f1 vit löpare · h1 vit torn | a8 svart torn · b8 svart springare · c8 svart löpare · d8 svart drottning · e8 svart kung · h8 svart torn · a7 svart bonde · b7 svart bonde · c7 svart bonde · e7 svart bonde · f7 svart bonde · g7 svart löpare · h7 svart bonde · d6 svart bonde · f6 svart springare · g6 svart bonde · c4 vit bonde · d4 vit bonde · e4 vit bonde · c3 vit springare · f3 vit springare · a2 vit bonde · b2 vit bonde · f2 vit bonde · g2 vit bonde · h2 vit bonde · a1 vit torn · c1 vit löpare · d1 vit drottning · e1 vit kung · f1 vit löpare · h1 vit torn | a8 svart torn · b8 svart springare · c8 svart löpare · d8 svart drottning · e8 svart kung · h8 svart torn · a7 svart bonde · b7 svart bonde · c7 svart bonde · e7 svart bonde · f7 svart bonde · g7 svart löpare · h7 svart bonde · d6 svart bonde · f6 svart springare · g6 svart bonde · c4 vit bonde · d4 vit bonde · e4 vit bonde · c3 vit springare · f3 vit springare · a2 vit bonde · b2 vit bonde · f2 vit bonde · g2 vit bonde · h2 vit bonde · a1 vit torn · c1 vit löpare · d1 vit drottning · e1 vit kung · f1 vit löpare · h1 vit torn | a8 svart torn · b8 svart springare · c8 svart löpare · d8 svart drottning · e8 svart kung · h8 svart torn · a7 svart bonde · b7 svart bonde · c7 svart bonde · e7 svart bonde · f7 svart bonde · g7 svart löpare · h7 svart bonde · d6 svart bonde · f6 svart springare · g6 svart bonde · c4 vit bonde · d4 vit bonde · e4 vit bonde · c3 vit springare · f3 vit springare · a2 vit bonde · b2 vit bonde · f2 vit bonde · g2 vit bonde · h2 vit bonde · a1 vit torn · c1 vit löpare · d1 vit drottning · e1 vit kung · f1 vit löpare · h1 vit torn | a8 svart torn · b8 svart springare · c8 svart löpare · d8 svart drottning · e8 svart kung · h8 svart torn · a7 svart bonde · b7 svart bonde · c7 svart bonde · e7 svart bonde · f7 svart bonde · g7 svart löpare · h7 svart bonde · d6 svart bonde · f6 svart springare · g6 svart bonde · c4 vit bonde · d4 vit bonde · e4 vit bonde · c3 vit springare · f3 vit springare · a2 vit bonde · b2 vit bonde · f2 vit bonde · g2 vit bonde · h2 vit bonde · a1 vit torn · c1 vit löpare · d1 vit drottning · e1 vit kung · f1 vit löpare · h1 vit torn | 1 |
|   | a | b | c | d | e | f | g | h |   |

E90 Kungsindiskt
1.d4 Sf6 2.c4 g6 3.Sc3 Lg7 4.e4 d6 5.Sf3
E91 Kungsindiskt
1.d4 Sf6 2.c4 g6 3.Sc3 Lg7 4.e4 d6 5.Sf3 0-0 6.Le2
E92 Kungsindiskt
1.d4 Sf6 2.c4 g6 3.Sc3 Lg7 4.e4 d6 5.Sf3 0-0 6.Le2 e5
E93 Kungsindiskt, Petrosjanvarianten
1.d4 Sf6 2.c4 g6 3.Sc3 Lg7 4.e4 d6 5.Sf3 0-0 6.Le2 e5 7.d5 Sbd7
E94 Kungsindiskt, ortodoxa varianten
1.d4 Sf6 2.c4 g6 3.Sc3 Lg7 4.e4 d6 5.Sf3 0-0 6.Le2 e5 7.0-0
E95 Kungsindiskt, ortodoxa, 7...Sbd7, 8.Te1
1.d4 Sf6 2.c4 g6 3.Sc3 Lg7 4.e4 d6 5.Sf3 0-0 6.Le2 e5 7.0-0 Sbd7 8.Te1
E96 Kungsindiskt, ortodoxa, 7...Sbd7, huvudvarianten
1.d4 Sf6 2.c4 g6 3.Sc3 Lg7 4.e4 d6 5.Sf3 0-0 6.Le2 e5 7.0-0 Sbd7 8.Te1 c6 9.Lf1 a5
E97 Kungsindiskt
1.d4 Sf6 2.c4 g6 3.Sc3 Lg7 4.e4 d6 5.Sf3 0-0 6.Le2 e5 7.0-0 Sc6
E98 Kungsindiskt, ortodoxa, Aronin-Tajmanov, 9.Se1
1.d4 Sf6 2.c4 g6 3.Sc3 Lg7 4.e4 d6 5.Sf3 0-0 6.Le2 e5 7.0-0 Sc6 8.d5 Se7 9.Se1
E99 Kungsindiskt, ortodoxa, Aronin-Tajmanov
1.d4 Sf6 2.c4 g6 3.Sc3 Lg7 4.e4 d6 5.Sf3 0-0 6.Le2 e5 7.0-0 Sc6 8.d5 Se7 9.Se1 Sd7 10.f3 f5